# 名古屋市
名古屋市（なごやし）は、愛知県北西部の尾張地方に位置する市。愛知県の県庁所在地であり、愛知県および中部地方で最多の人口を有する市である。政令指定都市・中枢中核都市に指定されている。

## 概要
| ミッドランドスクエアから見た名古屋都心部（2015年11月）  |  | 東山スカイタワーから見た名古屋のスカイライン夜景（2021年12月）  |
| ミッドランドスクエアから見た名古屋都心部 （2015年11月） |  | 東山スカイタワーから見た名古屋のスカイライン夜景 （2021年12月） |

東京特別区部を除くと、横浜市や大阪市に次ぐ全国第3位の人口を有しており、中部地方における行政・経済・文化の中枢を担う。名古屋市を中心とする中京圏（名古屋都市圏）は、日本の三大都市圏の一つであり、その範囲は愛知県内や岐阜県南部（美濃）、三重県北部（北勢）の東海3県に及び、多くの衛星都市を持つ。2019年の都市的地域の人口は約1,024万人と推計され、メガシティの1つでもある。
古くは、三種の神器のひとつである草薙剣（くさなぎのつるぎ）を祀る熱田神宮がある鳥居前町であり、江戸時代には徳川御三家の筆頭である尾張徳川家の治める名古屋城の城下町として繁栄した歴史を持つ。市章は、尾張徳川家の合印に由来する「㊇」であり、市バスの前面などにも施されている。戦前は名古屋鎮台（後の日本陸軍第3師団）や名古屋陸軍造兵廠が置かれ、軍都としての性格が強くなったことから、アメリカ軍による名古屋大空襲の被害を受けた。その際に築400年の名古屋城の天守などが焼失した（隅櫓など一部は焼失を免れ現存。天守は鉄筋コンクリートによって復元）。
中心市街地の栄エリア（中区）は中部地方最大の繁華街・ビジネス街であり、市のシンボルである名古屋テレビ塔や久屋大通公園が所在している。また、巨大ターミナル駅の名古屋駅周辺の名駅エリア（中村区）は2000年代以降の再開発により、日本有数の超高層ビル街へと変貌を遂げた。道路網も整備されており、日本に3つしかない100m道路のうち2つ（久屋大通・若宮大通）が名古屋にある。
自動車工業都市である豊田市や石油化学コンビナートで有名な三重県四日市市などとともに、日本最大の工業地帯である中京工業地帯の中枢を担う。全国的な製造業の本社や工場が集積しており、工場の郊外・海外移転により名古屋市自体の製造品出荷額は低下傾向にあるものの、年間3兆円を超える重工業都市でもある。巨大な工業地帯を背景とする名古屋港は日本を代表する国際貿易港であり、2018年での取扱貨物量および貿易額は日本一である。
2008年にユネスコのデザイン都市に認定された。2019年のアメリカの企業A.T.カーニーによる「グローバル都市指標」やイギリスのラフバラー大学による2020年の「GaWC研究」では「γ-」レベルの世界都市として評価されている。

## 地理

名古屋市中心部周辺の空中写真。2020年10月1日撮影の180枚を合成作成。。

### 位置
愛知県の南西部、濃尾平野に広がる。県内では、豊田市、新城市、岡崎市に次いで、4番目に広い面積を有する市である。
名古屋市の地形は、東部の丘陵地、中央部の台地、北・西・南部の沖積地の、大きく3つに分かれる。
市の中核を担う、中区、東区、中村区、熱田区、昭和区、瑞穂区は、海抜10 - 15メートルの平野 で、官庁街のほか、錦、栄、矢場町、大須、金山、名駅といった大規模な商業地を持つ。
市の東部の守山区、千種区、名東区、天白区、緑区は、海抜50 - 100メートルの丘陵住宅街 で、千種区の東山公園・平和公園、守山区の小幡緑地、名東区の猪高緑地・牧野ヶ池緑地、緑区の大高緑地などの、森林を残した大規模な緑地公園も点在し、星が丘や藤が丘、覚王山、本山といった丘や山の字がつく地名が多く、商業も発達している。
北・西・南部（北区、西区、中村区、中川区、港区と、熱田区、南区の一部）は、河川の堆積作用によって形成された沖積地 のために海抜が低く、水害に悩まされてきた地域である。港区は海抜0 mの臨海工業地帯（中京工業地帯の一部）で、名古屋港を有する。港区西部は市最大の穀倉地帯が広がる。南区は港区とともに工業地を抱えている。北区、西区、中川区は、主に住宅地が広がる。
以上のように、市の中心部より西側は低地が多い一方で、東側は台地や丘陵地帯が多いことから、名古屋市の地形は東高西低であると評されている。

##### 主な河川と流域図

### 地形

#### 山岳・丘陵
| 丘陵名            | よみ                        | 画像                               | 標高 （m）  | 標高の根拠                | 所在地                                            | 基準点など           | 備考 |
| ----------------- | --------------------------- | ---------------------------------- | ----------- | ------------------------- | ------------------------------------------------- | -------------------- | --- |
| 東谷山            | とうごくさん                | 大久手池西岸から望む東谷山         | 198.4       | 国土地理院地図            | 守山区大字上志段味字東谷 瀬戸市十軒町             | 上志段見村二等三角点 | 名古屋市内最高地点。頂部に尾張戸神社古墳・尾張戸神社が座す。 |
| （名称不詳）      |                             |                                    | 131.4       | 都市計画基本図            | 守山区大森北 守山区大字吉根字長廻間               |                      | |
| 親鸞山            | しんらんやま                | 親鸞山山頂付近                     | 111.4 106.4 | 現地案内板 都市計画基本図 | 名東区猪高町大字高針字勢子坊 長久手市市が洞三丁目 |                      | 猪高緑地・ほとぎの里緑地にある。 |
| ロバの背山        | ろばのせやま                | ロバの背山山頂付近                 | 109.1       | 都市計画基本図            | 名東区猪高町大字高針字勢子坊 長久手市市が洞三丁目 |                      | 猪高緑地・ほとぎの里緑地にある。 |
| （名称不詳）      |                             | 田代村二等三角点                   | 105.0       | 国土地理院地図            | 千種区田代町字鹿子殿                              | 田代村二等三角点     | 平和公園くらしの森にある。 |
| 天狗台            | てんぐだい                  | 天狗台山頂付近                     | 103.4       | 都市計画基本図            | 名東区猪高町大字高針字勢子坊 長久手市市が洞三丁目 |                      | 猪高緑地・ほとぎの里緑地にある。 |
| 富士見台          | ふじみだい                  | 富士見台四等三角点                 | 102.2       | 国土地理院地図            | 千種区田代町字瓶杁                                | 富士見台四等三角点   | 東山公園にある。 |
| 藤巻山            | ふじまきやま                |                                    | 97.1        | 都市計画基本図            | 千種区天白町大字植田字植田山 名東区植園町三丁目   |                      | 東山公園にある。 |
| 御殿山            | ごてんやま                  | 御殿山山頂付近                     | 93.9        | 都市計画基本図            | 千種区田代町字瓶杁                                |                      | 東山公園にある。 |
| 植田山            | うえだやま                  | 植田山図根三角点                   | 90.4        | 国土地理院地図            | 千種区天白町大字植田字植田山                      | 植田山図根三角点     | 東山公園にある。 |
| 毘沙門天王        | びしゃもんてんのう          | 毘沙門天王                         | 84.3        | 都市計画基本図            | 緑区鳴海町字神ノ倉                                |                      | |
| 裏山 （八事裏山） | うらやま （やごとうらやま） | 八事霊園から裏山を望む             | 81.2        | 国土地理院地図            | 天白区天白町大字八事字裏山                        | 裏山四等三角点       | 八事裏山古窯群があり、灰原が残存する。 |
| 権現山            | ごんげんやま                |                                    | 73.4        | 国土地理院地図            | 天白区植田東一丁目                                | 植田三等三角点       | 愛知県立天白高等学校敷地内にある。ただし、本来の権現山は植田本町二丁目地内（北緯35度8分2.005秒 東経136度59分35.239秒 / 北緯35.13389028度 東経136.99312194度）に三角点（88.8メートル）があった。 |
| からす山          | からすやま                  | 猪子石三等三角点                   | 72.6        | 国土地理院地図            | 名東区猪高町大字猪子石字鰻廻間                    | 猪子石三等三角点     | 明徳公園にある。 |
| 一ツ山            | ひとつやま                  |                                    | 69.3        | 国土地理院地図            | 天白区久方二丁目                                  | 野並村二等三角点     | 豊田工業大学敷地内にある。 |
| おんか山          | おんかやま                  |                                    | 66.7        | 都市計画基本図            | 名東区猪高町大字上社字井堀                        |                      | 猪高緑地にある。 |
| でこぼこ山        | でこぼこやま                | でこぼこ山                         | 64.5        | 都市計画基本図            | 天白区平針南                                      |                      | 愛知県営平針住宅敷地内にある。 |
| 滝ノ水緑地        | たきのみずりょくち          | 滝ノ水緑地                         | 63.7        | 国土地理院地図            | 緑区滝ノ水二丁目                                  | 滝ノ水緑地四等三角点 | 滝ノ水緑地。 |
| 西の山            | にしのやま                  |                                    | 60.1        | 国土地理院地図            | 天白区天白町大字島田字黒石                        | 島田四等三角点       | 天白公園にある。 |
| 秋葉山            | あきばさん                  | 秋葉山慈眼寺境内                   | 58.1        | 都市計画基本図            | 天白区天白町大字平針字大根ケ越                    |                      | 頂部に慈眼寺の伽藍が座す。 |
| 御幸山            | みゆきやま                  | 御幸山公園にある「御統監之所」碑   | 56.4        | 都市計画基本図            | 天白区御幸山                                      |                      | |
| 高根山            | たかねやま                  |                                    | 55.1        | 国土地理院地図            | 緑区高根山                                        | 高根山一等三角点     | 高根山緑地にある。名古屋市内で唯一の一等三角点。 |
| 平部山            | ひらぶやま                  |                                    | 54.4        | 都市計画基本図            | 緑区大高町字平部高根                              |                      | 大高緑地 高根の森にある。 |
| 稲葉山            | いなばやま                  | 稲葉山公園                         | 53.7        | 都市計画基本図            | 天白区植田一丁目                                  |                      | 稲葉山公園を含む。ただし、本来の稲葉山は植田二丁目の寿荘付近（北緯35度7分55.597秒 東経136度59分23.786秒 / 北緯35.13211028度 東経136.98994056度）に標高点（72メートル）があった。                |
| 高針西山          | たかばりにしやま            |                                    | 53.3        | 都市計画基本図            | 名東区西里町                                      |                      | |
| 日和山            | ひよりやま                  | 日和山山頂にある名古屋地方気象台   | 52.3        | 国土地理院地図            | 千種区日和町二丁目                                | 名古屋二等水準点     | 山頂に名古屋地方気象台が立地する。 |
| 相生山            | あいおいやま                | 四等三角点「相生山」               | 51.6        | 国土地理院地図            | 天白区天白町大字野並字相生                        | 相生山四等三角点     | 相生山緑地にある。 |
| 東の山            | ひがしのやま                | 東の山山頂にある中山神社           | 50.4        | 都市計画基本図            | 天白区天白町大字平針字黒石                        |                      | 天白公園にあり、頂部に中山神社が座す。 |
| 文根山            | ぶんねやま                  | 大高緑地展望台からの眺望           | 44.9        | 都市計画基本図            | 緑区大高町字文根山                                |                      | 頂部に大高緑地展望台が立地する。 |
| 城山              | しろやま                    | 末盛城址碑                         | 44.3        | 都市計画基本図            | 千種区城山町二丁目                                |                      | 城山八幡特別緑地保存地区の一部である。末盛城址があり、城山八幡宮・昭和塾堂が座る。 |
| 菅田山            | すげたやま                  | 四等三角点「菅田」                 | 43.1        | 国土地理院地図            | 天白区菅田三丁目                                  | 菅田四等三角点       | 相生山緑地オアシスの森にある。 |
| 火上山            | ひがみやま                  | 火上山山頂にある元宮と宮簀媛命趾碑 | 36.7        | 都市計画基本図            | 緑区大高町字火上山                                |                      | 氷上姉子神社の境内にあり、火上山特別緑地保存地区の一部である。頂部に元宮、宮簀媛命趾碑が座す。                                                                                                  |
| 蜜柑山            | みかんやま                  | 蜜柑山山頂にある山神社             | 33.9        | 国土地理院地図            | 瑞穂区下山町一丁目                                | 密柑山三等三角点     | 山神社特別緑地保存地区の一部である。頂部に山神社が座す。 |
| 天楽山            | てんらくやま                |                                    | 32.9        | 都市計画基本図            | 緑区大高町字東古根                                |                      | かつて天楽山古窯があり、山茶碗、小皿を出土した。 |
| 斎山              | いつきやま みささぎやま     | 斎山山頂にある斎山古墳             | 31.4        | 都市計画基本図            | 緑区大高町字斎山                                  |                      | 頂部に斎山稲荷社が座す。本殿の下部に斎山古墳があり、埴輪（同筒形、朝顔形）片を出土する。 |
| 三王山            | さんのうやま                | 三王山にある千鳥塚                 | 28.7        | 都市計画基本図            | 緑区鳴海町字三王山                                |                      | 千句塚公園にある。頂部付近に緒畑稲荷神社が座す。三王山遺跡があり、溝状遺構のほか、土師器破片、須恵器、山茶碗、石棒などを出土する。公園南端に千鳥塚（名古屋市指定文化財）がある。                |
| 姥神山            | うばかみやま                | 南より姥神山を望む                 | 28.6        | 都市計画基本図            | 緑区大高町字東姥神                                |                      | 北麓に朝苧社が座す。姥神遺跡があり、土師器、須恵器、灰釉陶器、布目瓦、土器片を出土する。 |
| 八幡山            | はちまんやま                | 八幡山古墳                         | 24.4        | 都市計画基本図            | 昭和区山脇町一丁目                                |                      | 鶴舞公園にある。八幡山古墳を山体とする。 |
| 丹八山 （鳥居山） | たんぱちやま （とりいやま） | 丹八山公園                         | 14.4        | 都市計画基本図            | 南区笠寺町字迫間 南区鳥山町三丁目                 |                      | 丹八山公園にある。 |
| 熊沢山            | くまざわやま                |                                    |             |                           | 昭和区鶴舞一丁目                                  |                      | 鶴舞公園にある。 |
| 吉田山            | よしだやま                  |                                    |             |                           | 昭和区鶴舞一丁目                                  |                      | 鶴舞公園にある。 |

#### 河川・湖沼

##### 一級水系庄内川
| 河川名         | よみ                            | 画像         | 次数    | 河川の 種類 | 市内における 管理者 | 主な経過地                                                   | 市内流路延長 (m) | 市内流路延長 (m) | 流域面積 (平方km) | 備考                                                                                         |
| 河川名         | よみ                            | 画像         | 次数    | 河川の 種類 | 市内における 管理者 | 主な経過地                                                   | 左岸             | 右岸             | 流域面積 (平方km) | 備考                                                                                         |
| -------------- | ------------------------------- | ------------ | ------- | ----------- | ------------------- | ------------------------------------------------------------ | ---------------- | ---------------- | ----------------- | -------------------------------------------------------------------------------------------- |
| 庄内川         | しょうないがわ                  |              | 本川    | 一級河川    | 国土交通大臣        | 守山区、北区、西区、中村区、中川区、港区                     | 37,430           | 20,260           | 1,010             | 岐阜県恵那市の夕立山に端を発し、流下して伊勢湾に注ぐ。                                       |
| 白鳥川         | しろとりがわ                    |              | 1次支川 | 普通河川    | 名古屋市長          | 守山区                                                       | 560              | 560              | 0.50              | 東谷池を源頭とし、流下して庄内川に注ぐ。                                                     |
| 大矢川         | おおやがわ                      |              | 1次支川 | 準用河川    | 名古屋市長          | 守山区                                                       | 1,143            | 1,143            | 0.96              | 石捨池を源頭とし、流下して庄内川に注ぐ。                                                     |
| 野添川         | のぞえがわ                      |              | 1次支川 | 一級河川    | 名古屋市長          | 守山区                                                       | 1,847            | 1,847            | 6.3               | 守山区大字上志段味地内に端を発し、流下して庄内川に注ぐ。                                     |
| 長戸川         | ながとがわ                      |              | 1次支川 | 準用河川    | 名古屋市長          | 守山区                                                       | 867              | 867              | 1.31              | 海老蔓池（滝ノ水池）を源頭とし、流下して庄内川に注ぐ。                                       |
| 長戸川         | ながとがわ                      | 一級河川     | 1次支川 | 1,199       | 名古屋市長          | 守山区                                                       | 1,199            | 4.8              |                   | 海老蔓池（滝ノ水池）を源頭とし、流下して庄内川に注ぐ。                                       |
| 深沢川         | ふかさわがわ                    |              | 1次支川 | 普通河川    | 名古屋市長          | 守山区                                                       | 143              | 143              | 0.23              |                                                                                              |
| 至来川         | とうらいがわ                    |              | 1次支川 | 普通河川    | 名古屋市長          | 守山区                                                       | 364              | 364              | 0.38              |                                                                                              |
| 白沢川         | しらさわがわ                    |              | 1次支川 | 準用河川    | 名古屋市長          | 守山区                                                       | 1,014            | 1,014            | 3.79              |                                                                                              |
| （地蔵川）     | じぞうがわ                      |              | 1次支川 |             |                     | （春日井市）                                                 |                  |                  |                   | 名古屋市内は経由しない。                                                                     |
| 新地蔵川       | しんじぞうがわ                  |              | 2次支川 | 一級河川    | 愛知県知事          | 北区                                                         | 3,400            | 3,400            | 36.7              | 地蔵川と八田川が交差する地点を起点とし、流下して新川に注ぐ                                   |
| 新生棚川       | しんなまたながわ                |              | 3次支川 | 普通河川    | 名古屋市長          | 北区                                                         | 1,170            | 1,170            | 3.29              |                                                                                              |
| 生棚川         | なまたながわ                    |              | 3次支川 | 準用河川    | 名古屋市長          | 北区                                                         | 2,850            | 2,600            | 1.00              | 県営名古屋空港付近に端を発し、流下して新地蔵川に注ぐ。                                       |
| 境川           | さかいがわ                      |              | 3次支川 | 準用河川    | 名古屋市長          | 北区                                                         | 2,250            | 1,500            | 0.55              |                                                                                              |
| 八田川         | はったがわ                      |              | 1次支川 | 一級河川    | 愛知県知事          | 北区                                                         | 0                | 1,050            | 19.5              |                                                                                              |
| 矢田川         | やだがわ                        |              | 1次支川 | 一級河川    | 愛知県知事          | 守山区、千種区、東区、北区、西区、名東区                     | 12,600           | 12,520           | 125.0             | 猿投山に端を発し（赤津川）、海上川と合流した地点より矢田川と名を変え、流下して庄内川に注ぐ。 |
| 矢田川         | やだがわ                        | 国土交通大臣 | 1次支川 | 一級河川    |                     | 守山区、千種区、東区、北区、西区、名東区                     | 12,600           | 12,520           | 125.0             | 猿投山に端を発し（赤津川）、海上川と合流した地点より矢田川と名を変え、流下して庄内川に注ぐ。 |
| 天神川         | てんじんがわ                    |              | 2次支川 | 一級河川    | 愛知県知事          | 守山区                                                       | 1,000            | 1,000            | 8.4               |                                                                                              |
| 隅除川         | すみよけがわ                    |              | 2次支川 | 準用河川    | 名古屋市長          | 守山区                                                       | 859              | 859              | 1.73              |                                                                                              |
| 隅除川         | すみよけがわ                    | 一級河川     | 2次支川 | 1,895       | 名古屋市長          | 守山区                                                       | 1,895            | 2.6              |                   |                                                                                              |
| 天神下川       | てんじんしたがわ                |              | 2次支川 | 普通河川    | 名古屋市長          | 千種区                                                       | 718              | 718              | 0.14              |                                                                                              |
| 香流川         | かなれがわ                      |              | 2次支川 | 一級河川    | 愛知県知事          | 守山区、名東区、千種区                                       | 4,300            | 5,100            | 28.3              | 長久手市の三ケ峯付近に端を発し、流下して矢田川に注ぐ。                                       |
| 森孝川         | もりたかがわ                    |              | 3次支川 | 準用河川    | 名古屋市長          | 守山区                                                       | 442              | 442              | 1.62              |                                                                                              |
| 藤の木川       | ふじのきがわ                    |              | 3次支川 | 準用河川    | 名古屋市長          | 名東区                                                       | 1,177            | 555              | 3.56              |                                                                                              |
| 八前川         | はちまえがわ                    |              | 4次支川 | 普通河川    | 名古屋市長          | 名東区                                                       | 412              | 412              | 2.46              |                                                                                              |
| 千種台川       | ちくさだいがわ せんしゅだいがわ |              | 2次支川 | 準用河川    | 名古屋市長          | 千種区                                                       | 3,520            | 3,520            | 3.58              |                                                                                              |
| 東山幹線排水路 |                                 |              | 3次支川 | 普通河川    | 名古屋市長          | 千種区                                                       | 607              | 607              | 0.54              |                                                                                              |
| 守山川         | もりやまがわ                    |              | 2次支川 | 準用河川    | 名古屋市長          | 守山区                                                       | 666              | 666              | 0.58              |                                                                                              |
| 守山川         | もりやまがわ                    | 一級河川     | 2次支川 | 2,736       | 名古屋市長          | 守山区                                                       | 2,736            | 2.6              |                   |                                                                                              |
| 堀川           | ほりかわ                        |              | 1次支川 | 一級河川    | 名古屋市長          | 守山区、北区、西区、中区、中村区、中川区、熱田区、南区、港区 | 16,200           | 16,200           | 52.9              | 庄内川の庄内用水頭首工から分岐し、流下して名古屋港へ注ぐ。                                   |
| 新堀川         | しんほりかわ                    |              | 2次支川 | 一級河川    | 名古屋市長          | 中区、昭和区、熱田区、瑞穂区、南区                           | 5,950            | 5,950            | 22.8              | 掘留水処理センターに端を発し、流下して堀川に注ぐ。                                           |
| 新川           | しんかわ                        |              | 1次支川 | 一級河川    | 愛知県知事          | 北区、西区、中川区、港区                                     | 17,700           | 14,500           | 249.4             |                                                                                              |
| 合瀬川         | あいせがわ                      |              | 2次支川 | 一級河川    | 愛知県知事          | 北区                                                         | 440              | 0                | 21.8              |                                                                                              |
| 大山川         | おおやまがわ                    |              | 2次支川 | 一級河川    | 愛知県知事          | 北区                                                         | 730              | 447              | 45.1              |                                                                                              |
| 久田良木川     | くたらぎがわ                    |              | 3次支川 | 準用河川    | 名古屋市長          | 北区                                                         | 118              | 0                | 4.81              |                                                                                              |
| 水場川         | すいばがわ                      |              | 2次支川 | 一級河川    | 愛知県知事          | 西区                                                         | 1,760            | 1,760            | 11.8              |                                                                                              |

庄内川水系のため池
- 東谷池（とうごくいけ） - 守山区大字上志段味字東谷。
- 石ひろい池（神池）（いしひろいいけ） - 守山区大字上志段味字東谷。東谷山フルーツパーク内にある。
- 石ひろい池（石捨池）（いしひろいいけ） - 守山区大字上志段味字東谷。東谷山フルーツパーク内にある。
- 馬舟池（上池）（まふねいけ） - 守山区大字上志段味字寺山。
- 下新池（新池）（しもしんいけ） - 守山区大字上志段味字寺山。
- 大久手池（おおくていけ） - 守山区大字上志段味字東谷。
- 大村池（おおむらいけ） - 守山区大字上志段味字東谷。愛知県森林公園内にある。
- 蛭池（上志段味）（ひるいけ） - 守山区大字上志段味字東谷。
- 筧池（かけひいけ） - 守山区大字上志段味字東谷。
- 安田池（やすだいけ） - 守山区大字中志段味字南原。
- 海老蔓池（えびづるいけ） - 守山区大字下志段味字穴ケ洞、尾張旭市。
- 滝水池（たきみずいけ） - 守山区大字下志段味字穴ケ洞。
- 風越上池（かざこしかみいけ） - 守山区大字下志段味字長廻間。
- 風越池（かざこしいけ） - 守山区大字下志段味字長廻間。
- 東禅寺上池（とうぜんじうわいけ） - 守山区大字下志段味字生下り・守山区泉が丘。
- 東禅寺中池（とうぜんじなかいけ） - 守山区大字下志段味字生下り・守山区泉が丘。
- 日ノ後池（ひのごいけ） - 守山区泉が丘。
- 平池（ひらいけ） - 守山区花咲台・守山区平池東。
- 大池（小幡）（おおいけ） - 守山区竜泉寺。小幡緑地本園に隣接する。
- アマ池（あまいけ） - 守山区竜泉寺。小幡緑地本園に隣接する。
- 緑ケ池（みどりがいけ） - 守山区大字牛牧・守山区大字小幡字北山。小幡緑地本園内にある。
- 竜巻池（たつまきいけ） - 守山区大字牛牧・守山区大字小幡字北山。小幡緑地本園内にある。
- 見返ケ池（みかえりがいけ） - 守山区大字牛牧・守山区小幡北。小幡緑地本園内にある。
- 二ツ池（大森）（ふたついけ） - 守山区翠松園。翠松園緑地内にある。
- 六ケ池（ろくがいけ） - 北区六が池町。
- 池ノ端池（いけのはたいけ） - 北区如意。
- 蛭池（大森）（ひるいけ） - 守山区御膳洞。
- 新池（大森）（しんいけ） - 守山区大森八龍。八竜緑地内にある。
- 雨池（あまいけ） - 守山区御膳洞。雨池公園内にある。
- 明徳池（めいとくいけ） - 名東区猪高町大字藤森字森。
- 奥池（おくいけ） - 千種区田代町字瓶杁。東山公園（東山植物園）内にある。
- 上池（東山上池）（かみいけ） - 千種区田代町字瓶杁。東山公園（東山動物園）内にある。
- 新池（東山新池）（しんいけ） - 千種区星が丘山手。東山公園内にある。
- 猫ケ洞池（ねこがほらいけ） - 千種区平和公園。平和公園内にある。山崎川の源頭でもある。
- 茶屋ケ坂池（ちゃやがさかいけ） - 千種区鍋屋上野町字汁谷。茶屋ケ坂公園内にある。

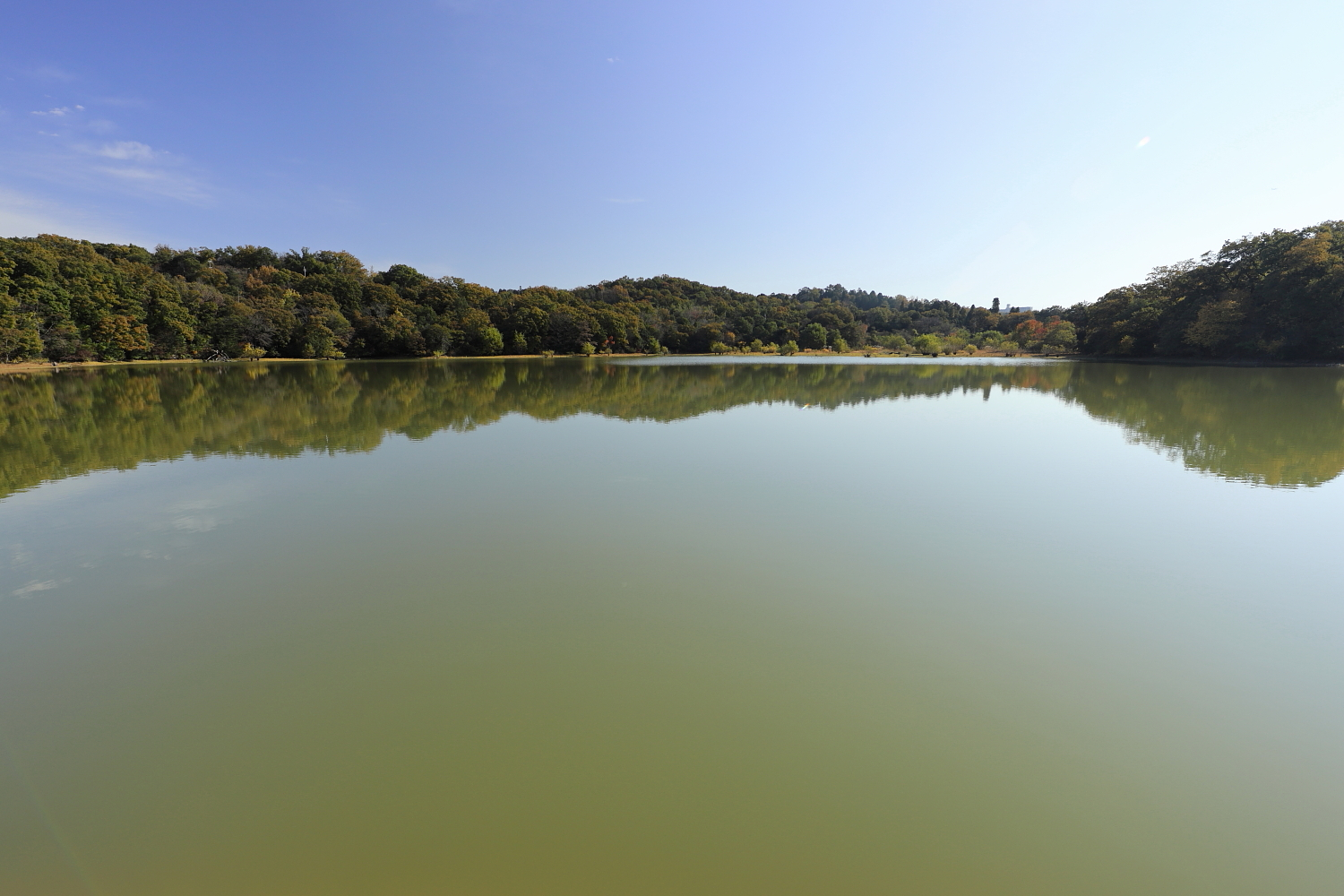
大村池 （2021年11月）
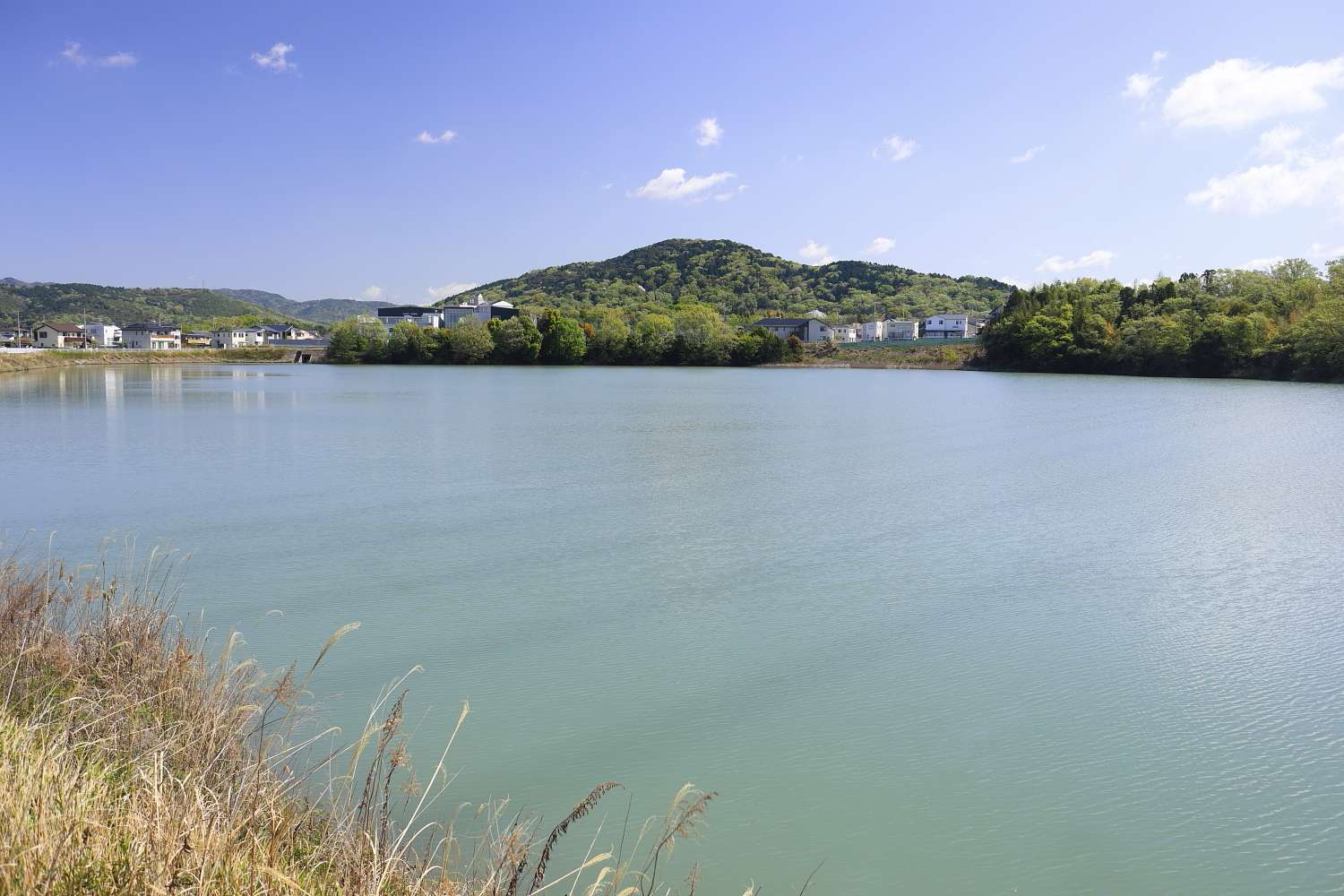
大久手池 （2021年4月）
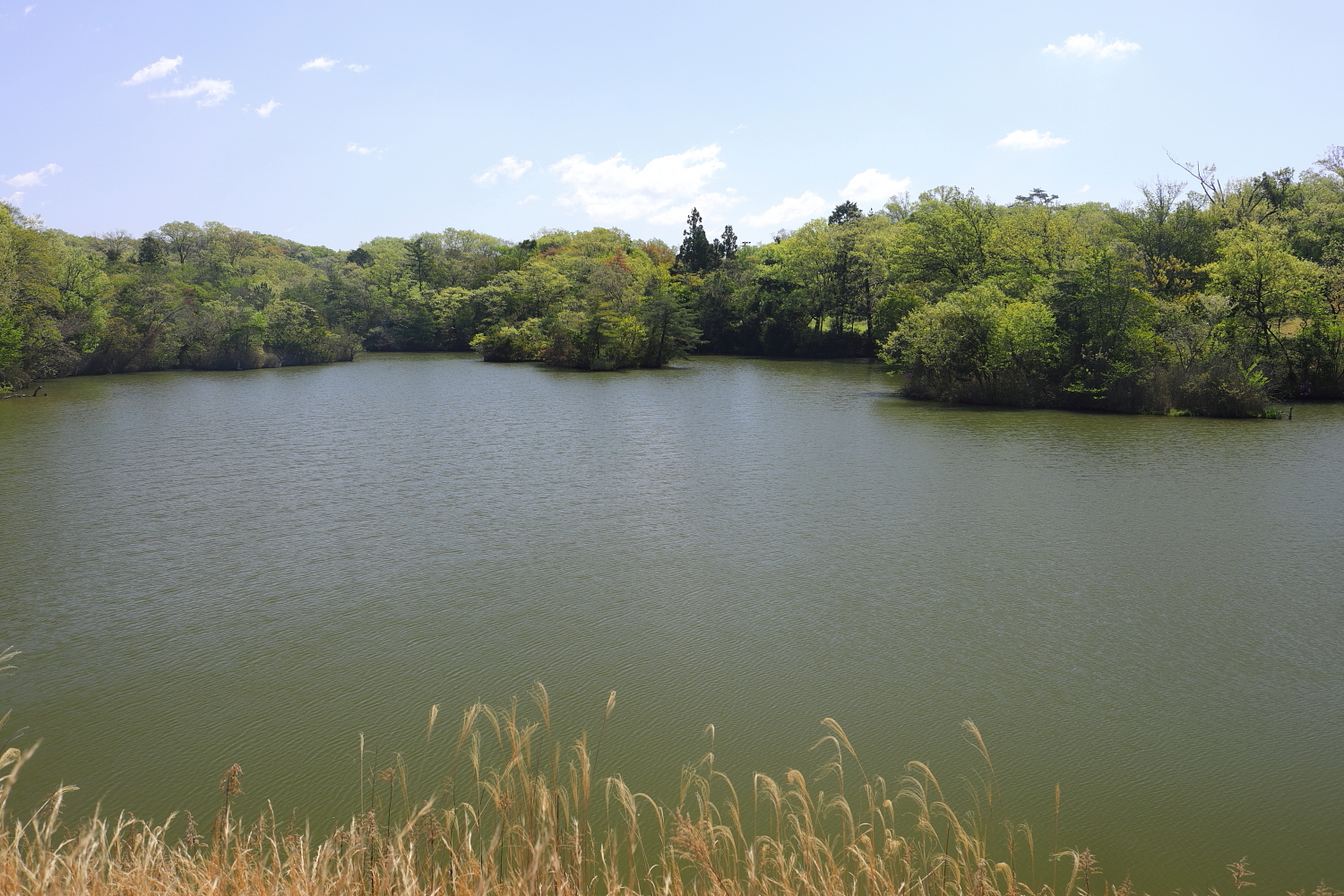
蛭池（上志段味） （2021年4月）
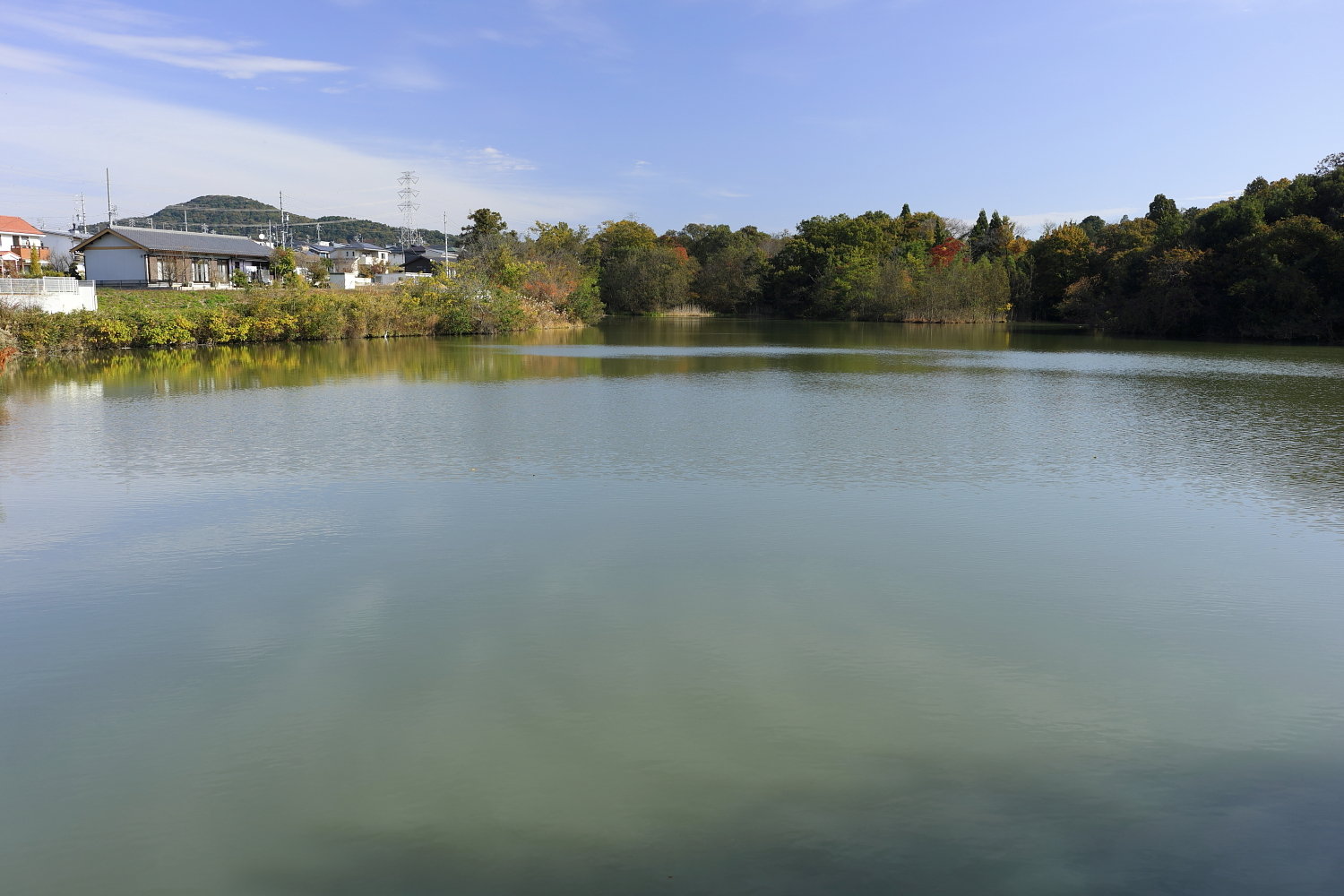
筧池 （2021年11月）
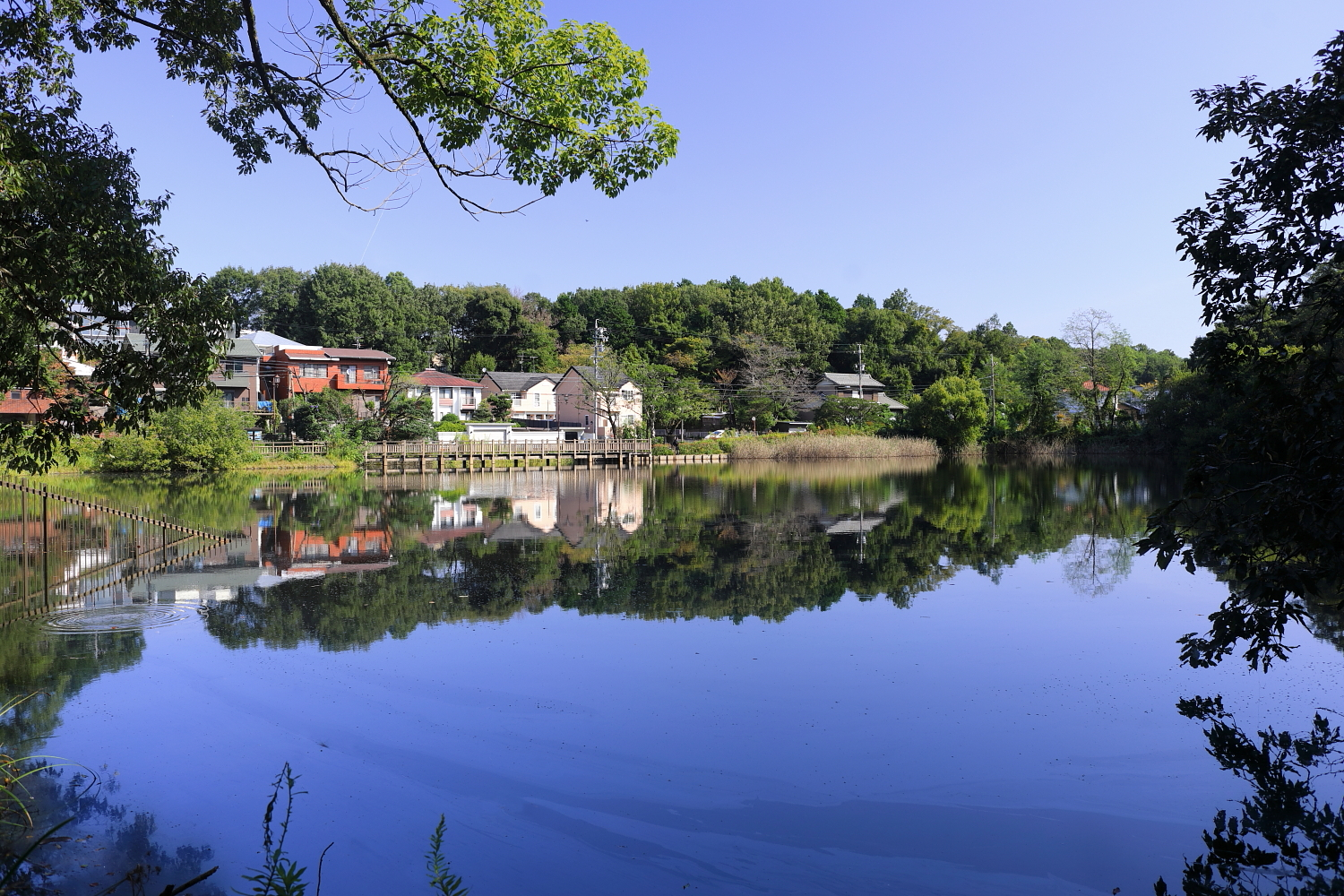
大池（小幡） （2021年11月）
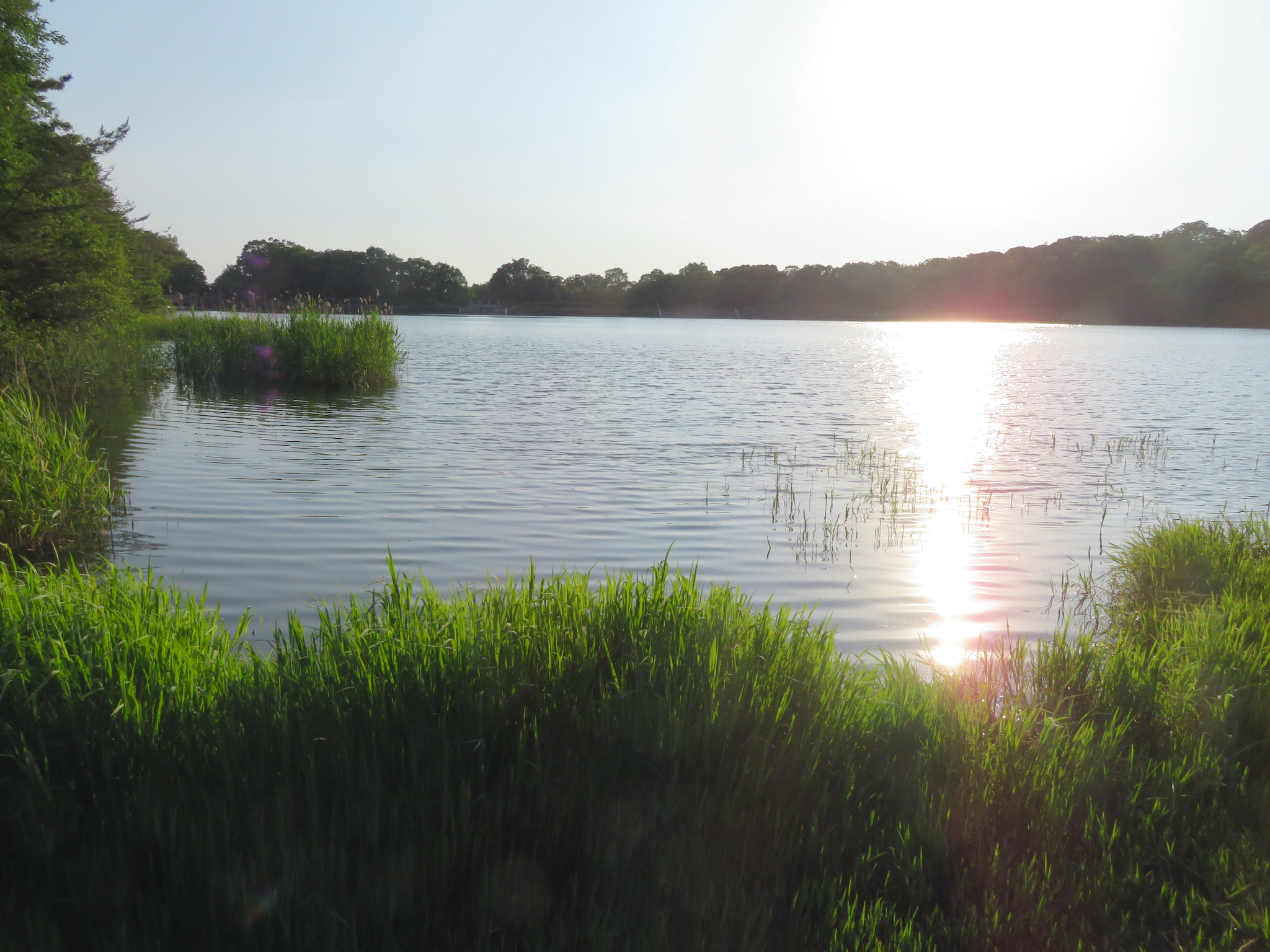
緑ケ池 （2020年6月）
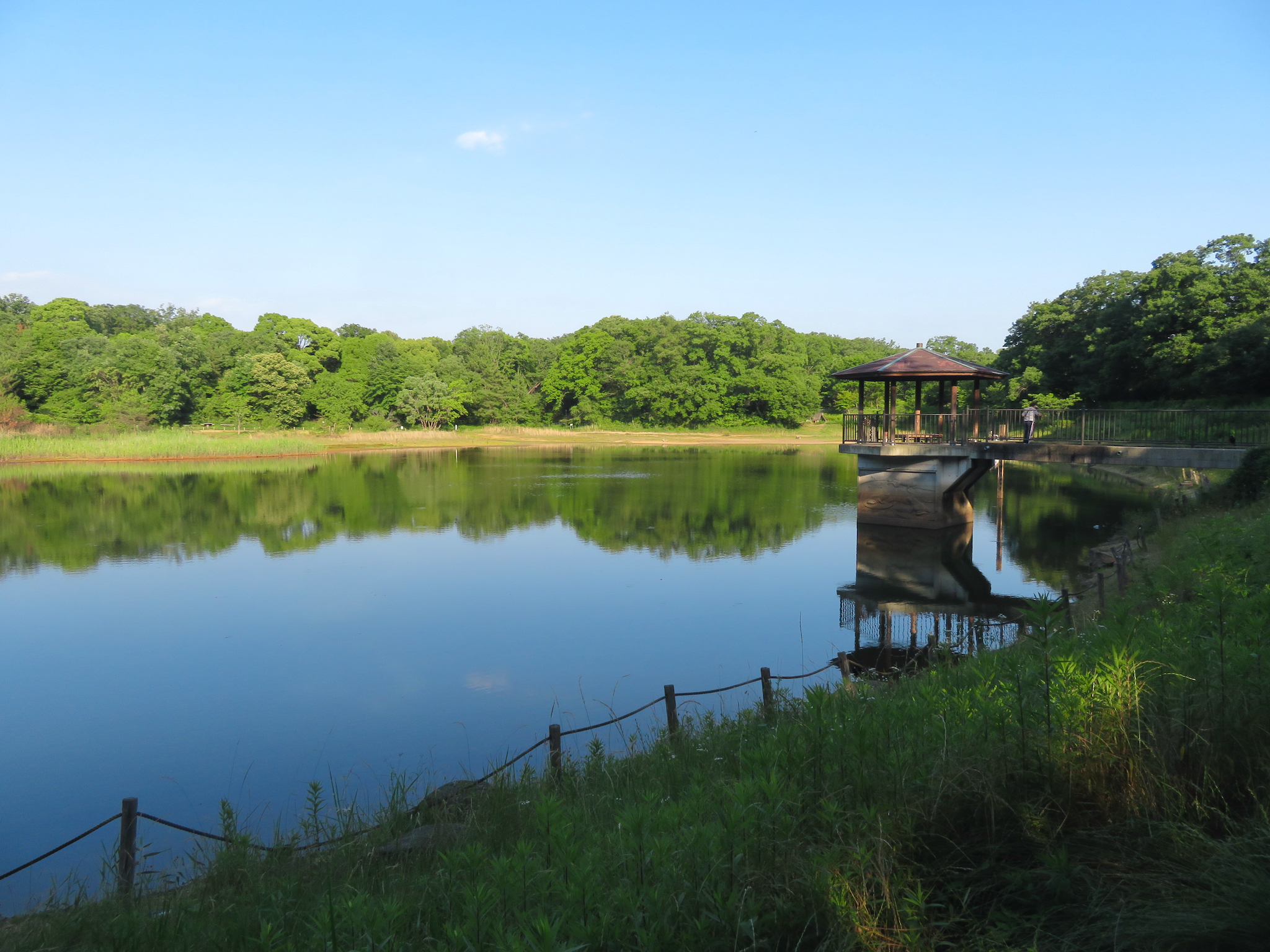
竜巻池 （2020年6月）
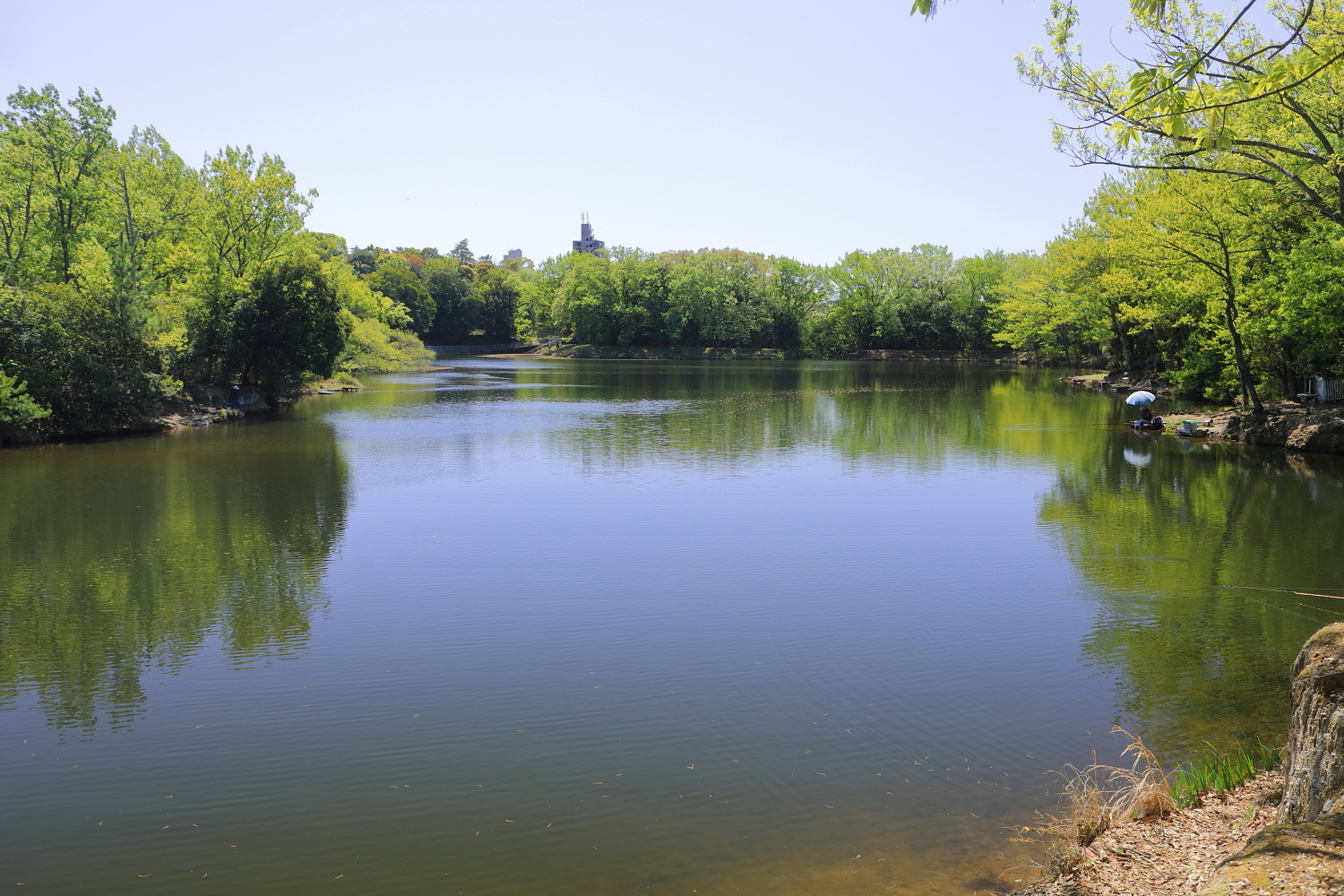
見返ケ池 （2021年4月）
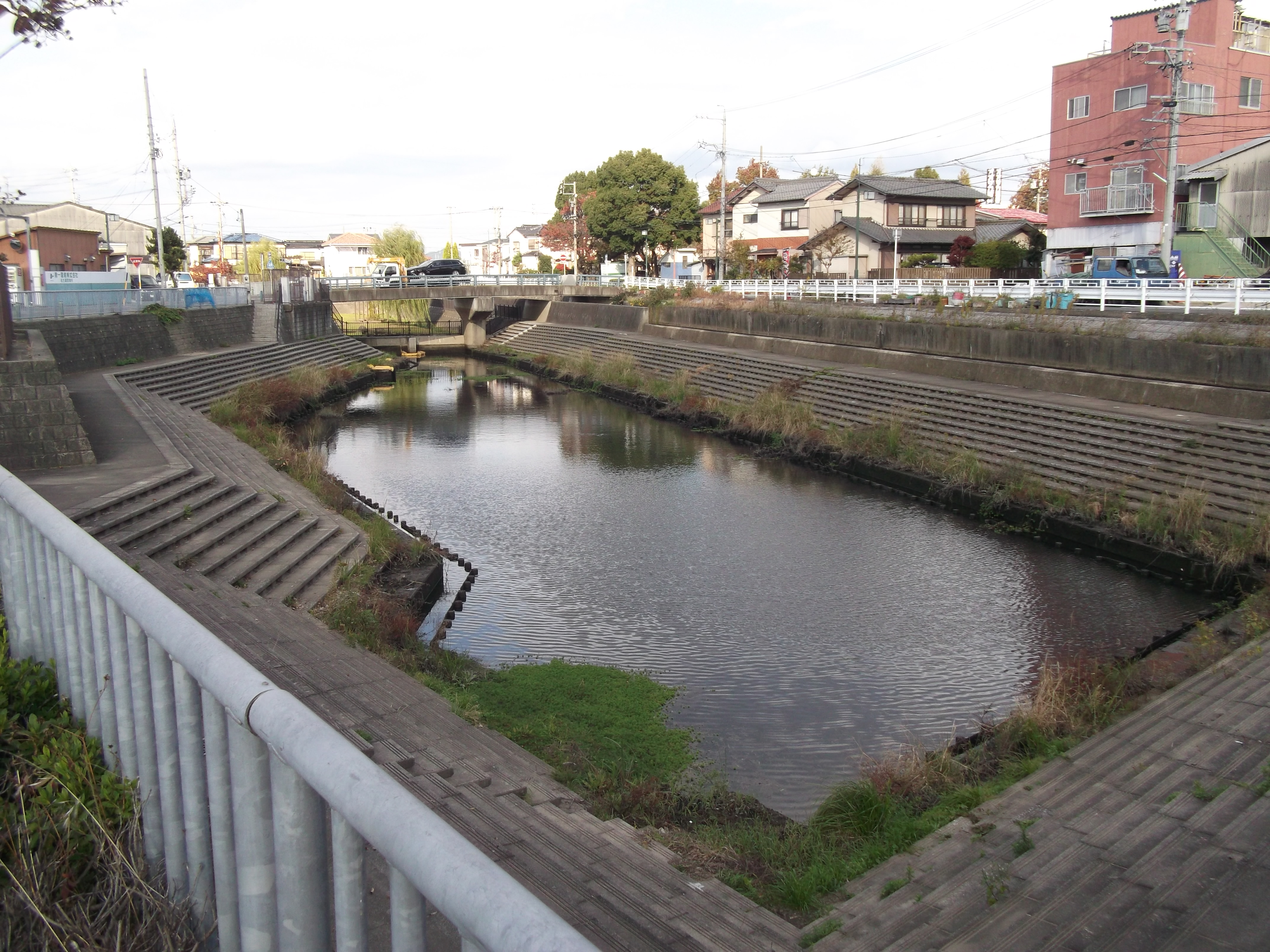
六ケ池 （2013年11月）
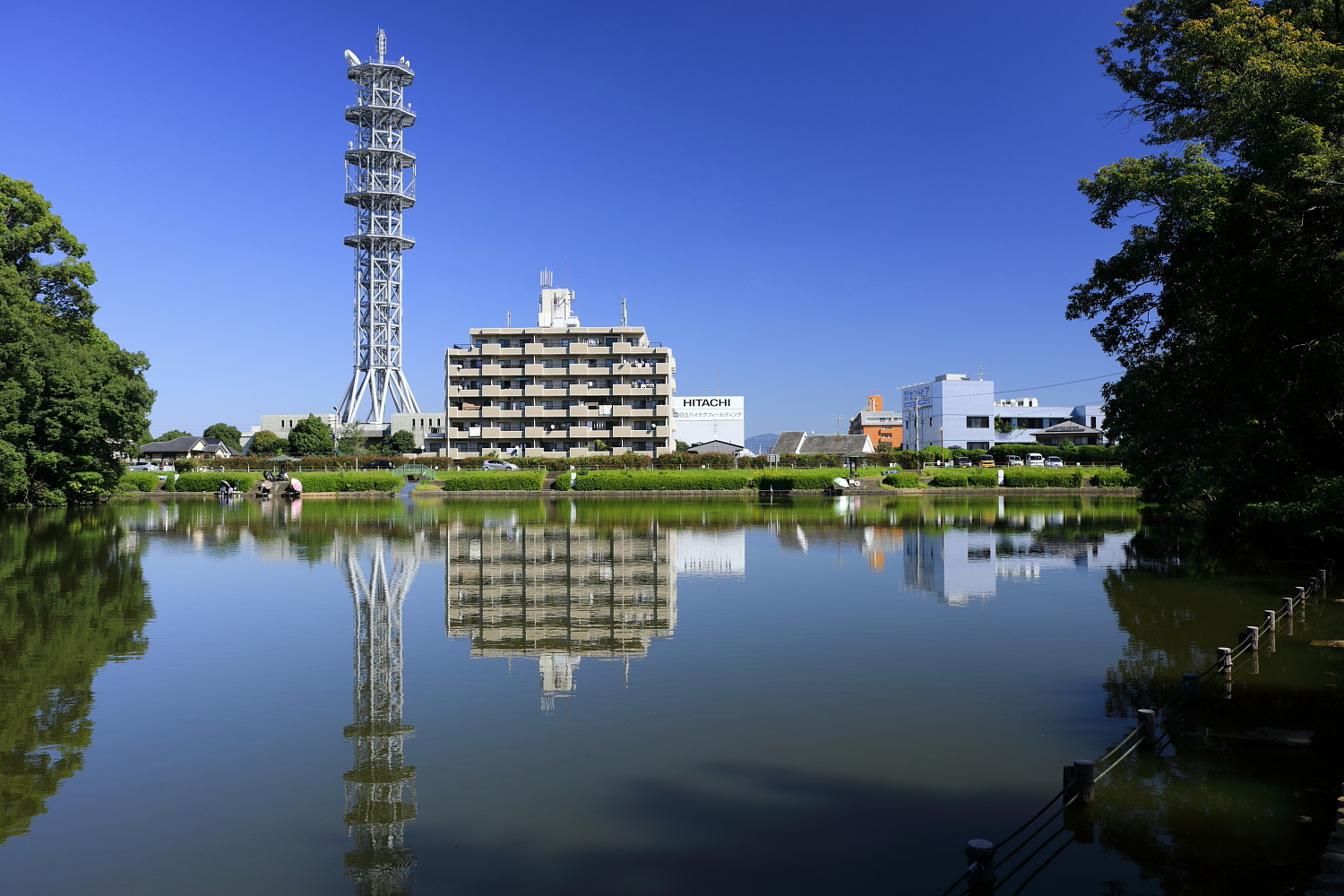
明徳池 （2021年10月）
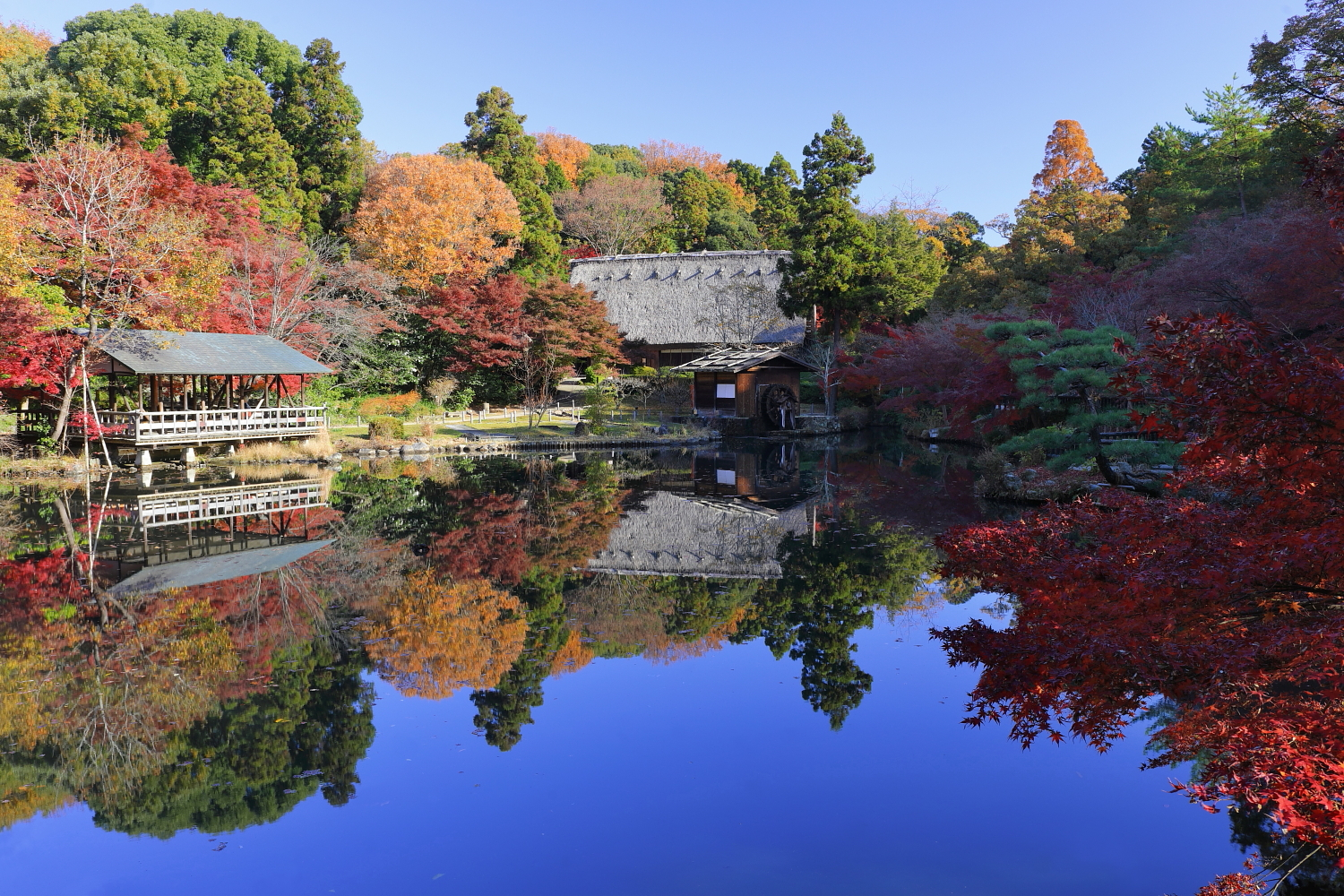
奥池 （2021年11月）
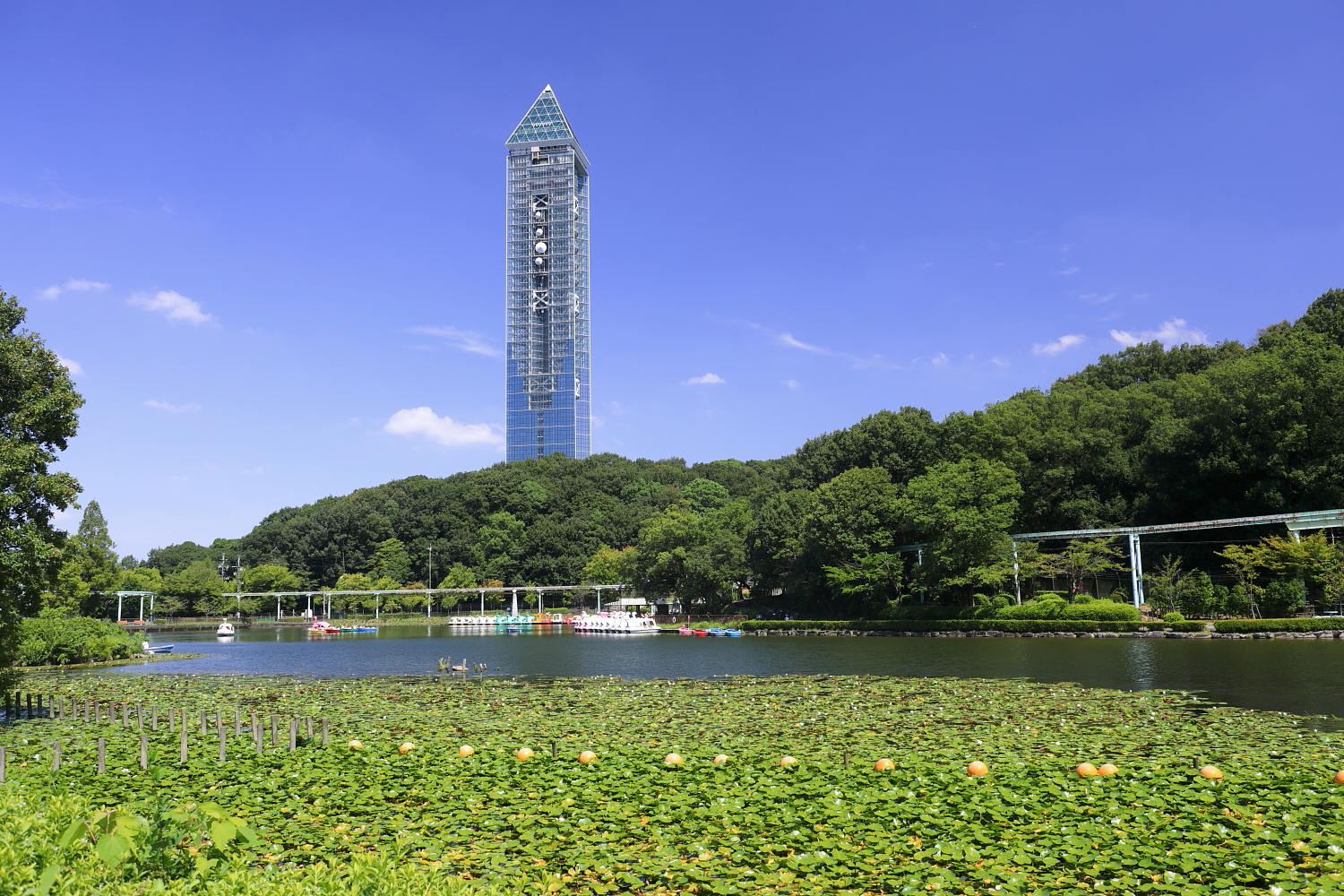
上池 （2021年8月）
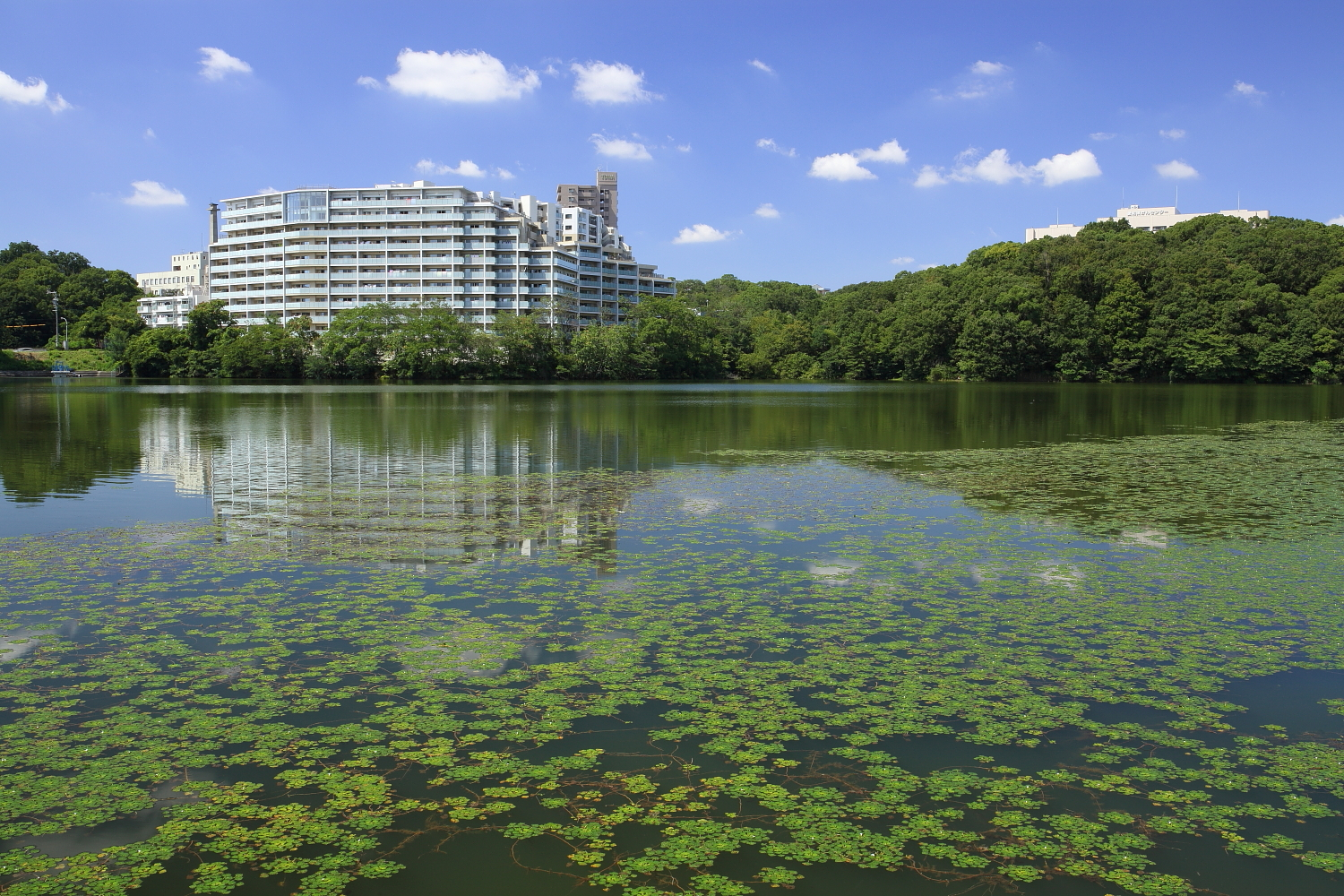
猫ケ洞池 （2014年9月）
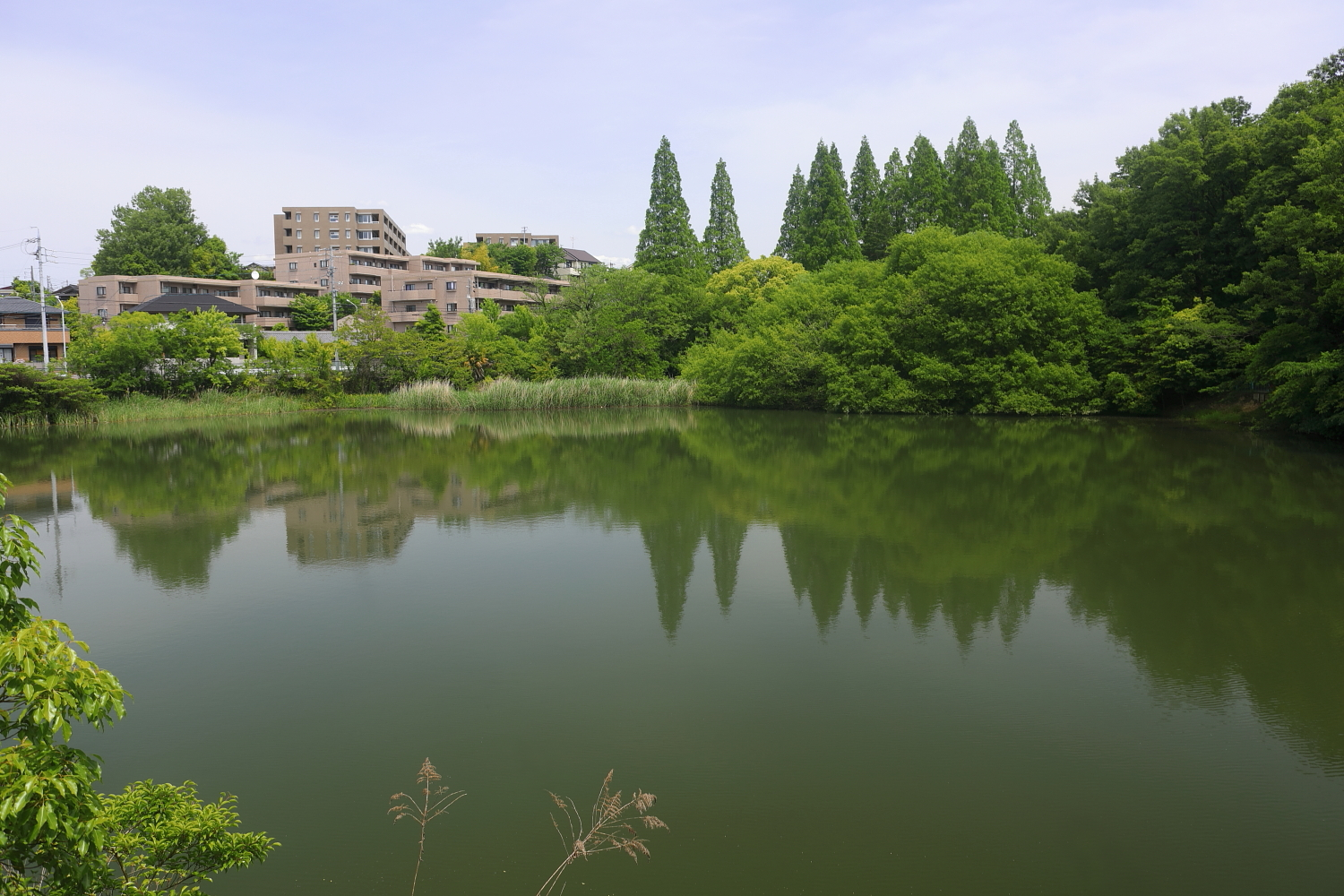
茶屋ケ坂池 （2021年5月）

##### 二級水系境川
| 河川名            | よみ                        | 画像     | 次数    | 河川の 種類 | 市内における 管理者 | 主な経過地                                                   | 市内流路延長 (m) | 市内流路延長 (m) | 流域面積 (平方km) | 備考 |
| 河川名            | よみ                        | 画像     | 次数    | 河川の 種類 | 市内における 管理者 | 主な経過地                                                   | 左岸             | 右岸             | 流域面積 (平方km) | 備考 |
| ----------------- | --------------------------- | -------- | ------- | ----------- | ------------------- | ------------------------------------------------------------ | ---------------- | ---------------- | ----------------- | --- |
| （境川）          | （さかいがわ）              |          | 本川    |             |                     | （豊田市、みよし市、東郷町、刈谷市、豊明市、大府市、東浦町） |                  |                  | 220.9             | 名古屋市内は経由しない。                                                                                       |
| 宮前川 （皆瀬川） | みやまえがわ （みなせがわ） |          | 1次支川 |             |                     | 緑区                                                         |                  |                  |                   | 皆瀬川の上流部を宮前川といい、水晶池（豊明市）もしくは西池（豊明市）を源流としつつ、一部名古屋市内を経由する。 |
| （石ケ瀬川）      | （いしがせがわ）            |          | 1次支川 |             |                     | （大府市、東浦町）                                           |                  |                  | 26.4              | 名古屋市内は経由しない。                                                                                       |
| 鞍流瀬川          | くらながせがわ              |          | 2次支川 | 準用河川    | 名古屋市長          | 緑区                                                         | 1,452            | 1,933            | 1.84              | 大池（有松大池）に端を発し、流下して大府市月見町にて石ケ瀬川へ注ぐ。                                           |
| 鞍流瀬川          | くらながせがわ              | 二級河川 | 2次支川 | 0           | 名古屋市長          | 緑区                                                         | 250              | 15.7             |                   | 大池（有松大池）に端を発し、流下して大府市月見町にて石ケ瀬川へ注ぐ。                                           |
| 鞍流瀬川支川      | くらながせがわしせん        |          | 3次支川 | 普通河川    | 名古屋市長          | 緑区                                                         | 2,357            | 2,357            | 1.06              | |
| 東ノ川            | ひがしのがわ                |          | 3次支川 | 準用河川    | 名古屋市長          | 緑区                                                         | 494              | 494              | 0.38              | |

境川水系のため池
- 重池（しげいけ） - 緑区鳴海町字笹塚。みどりが丘公園内にある。
- 地蔵池（じぞういけ） - 緑区桶狭間北。
- 西ノ池（にしのいけ） - 緑区桶狭間巻山。
- 大池（有松）（おおいけ） - 緑区桶狭間。
- 弁天池（べんてんいけ） - 緑区桶狭間。長福寺境内にある。
- 東ノ池（ひがしのいけ） - 緑区桶狭間。
- 伊勢池（いせいけ） - 緑区桶狭間上の山。
- 大芝池（おおしばいけ） - 緑区桶狭間南。
- 二ツ池（有松）（ふたついけ） - 緑区桶狭間神明。桶狭間公園内にある。
- 市池（いちいけ） - 緑区桶狭間神明。

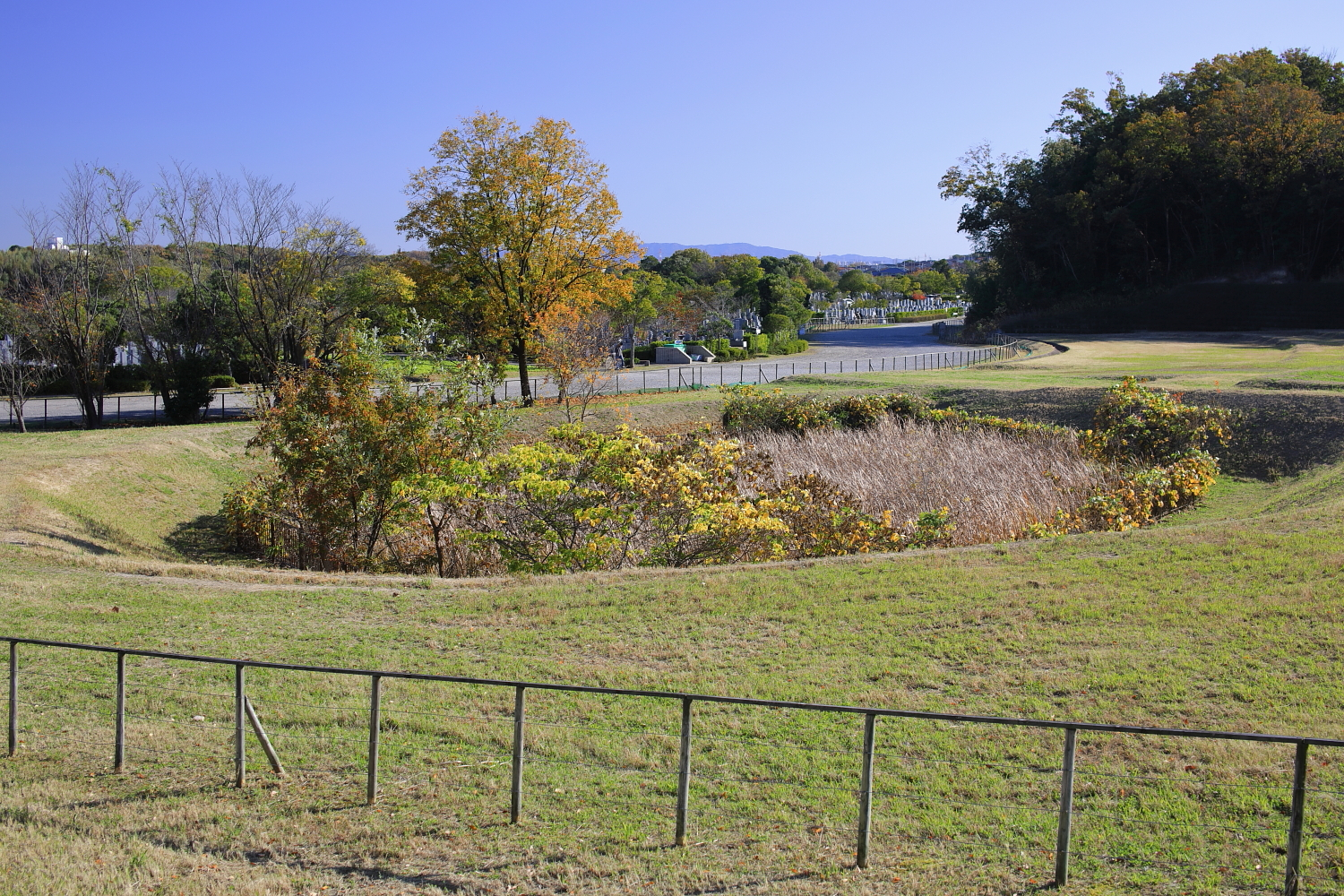
重池 （2020年11月）
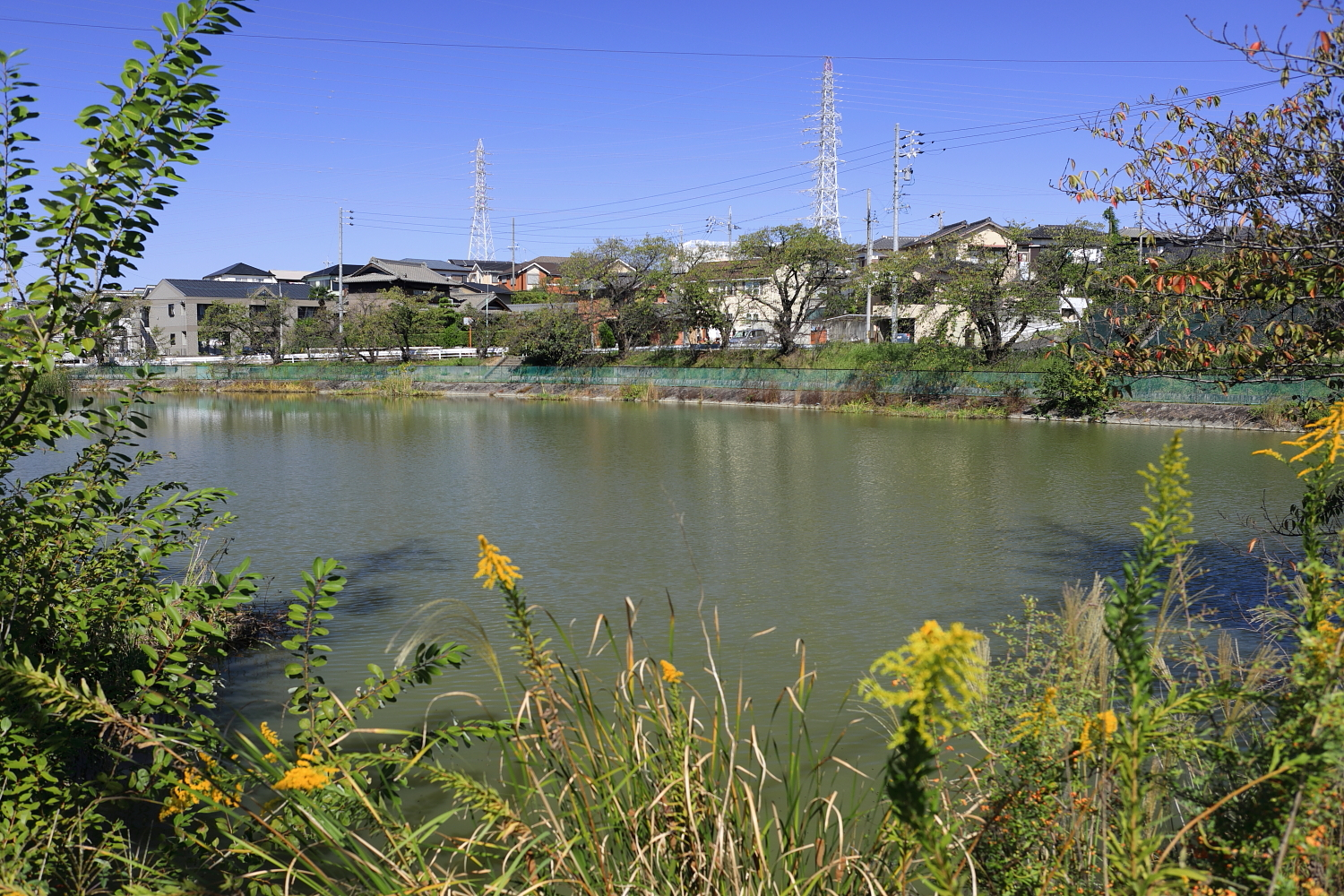
地蔵池 （2020年10月）
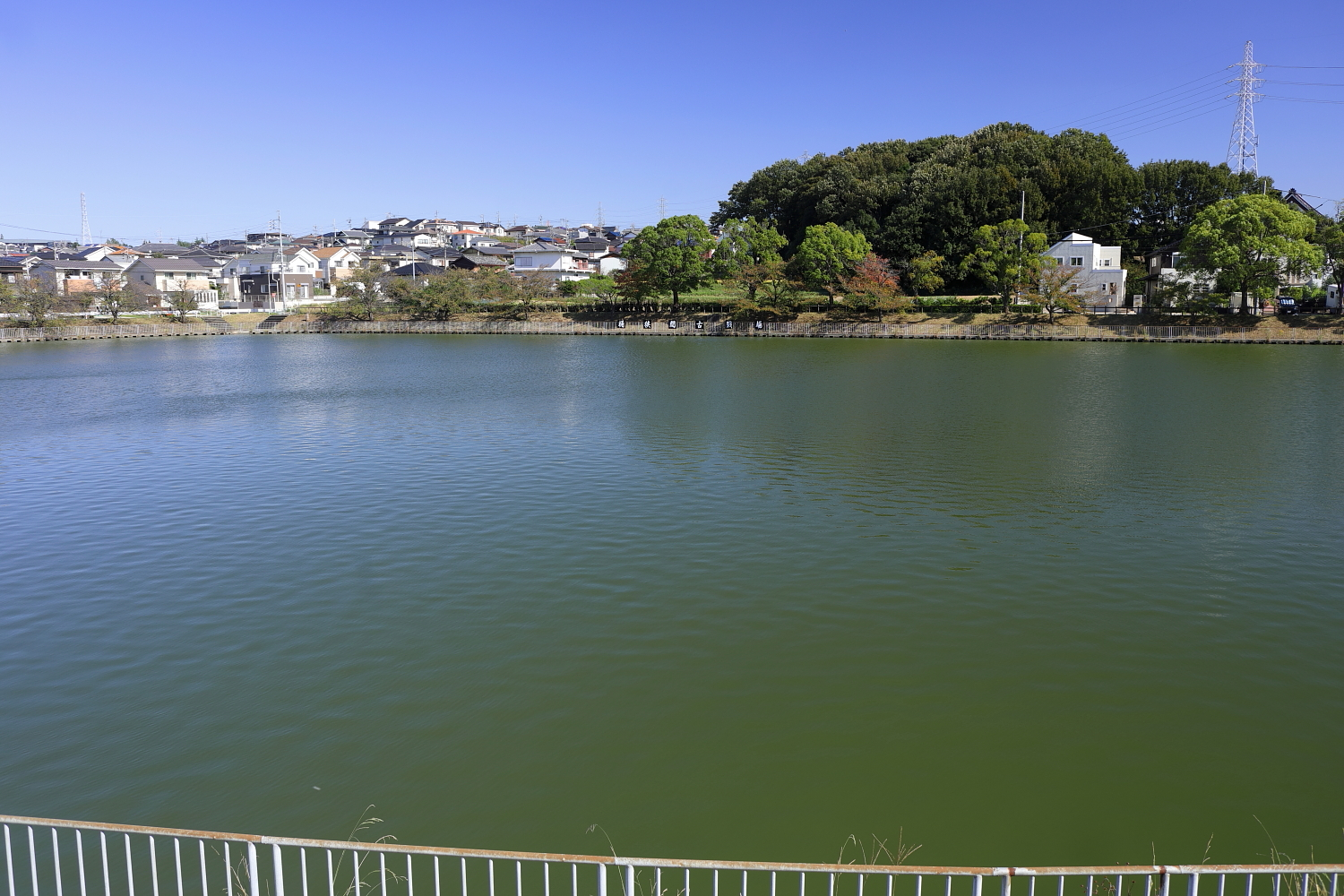
大池（有松） （2020年10月）
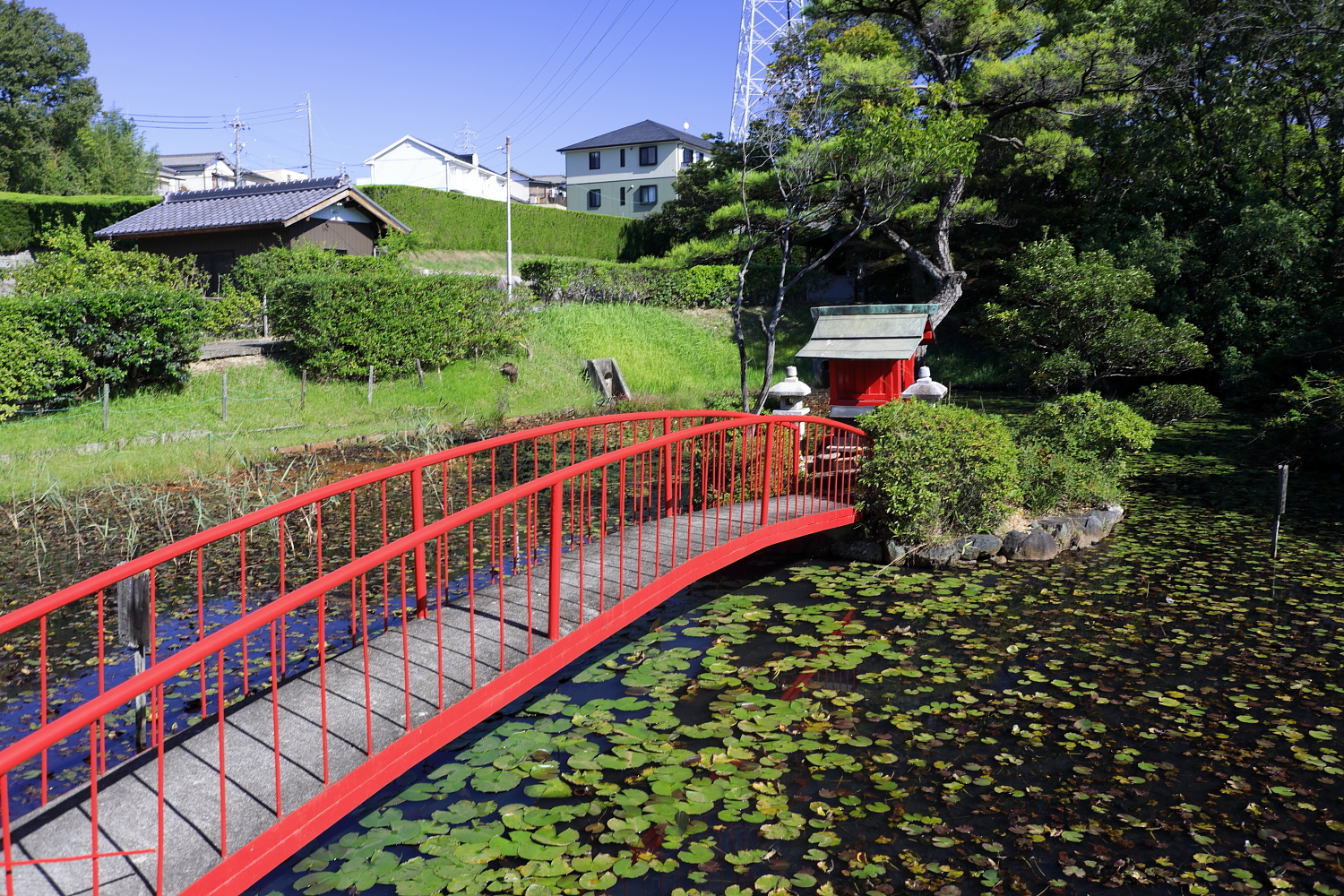
弁天池 （2020年10月）
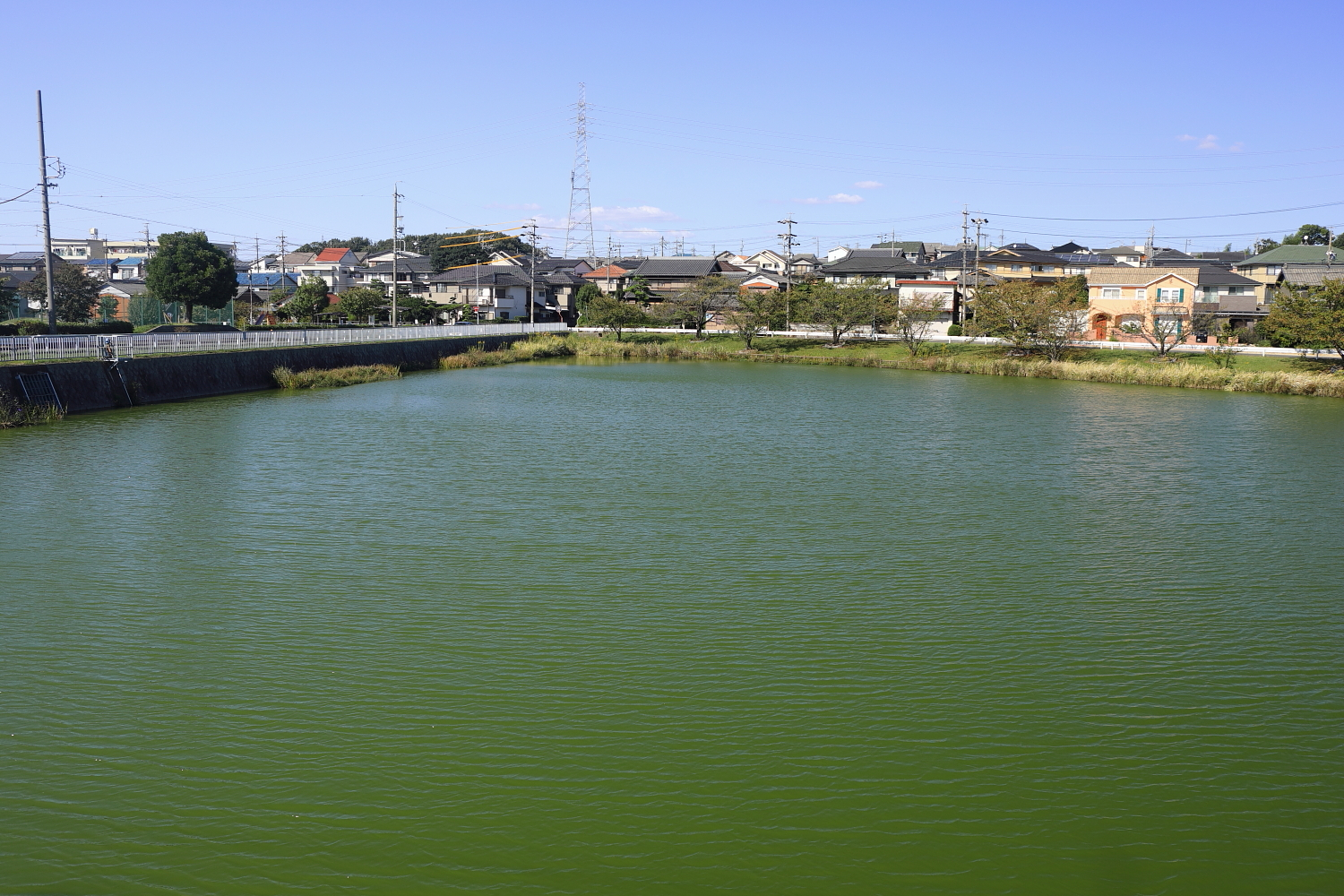
東ノ池 （2020年10月）
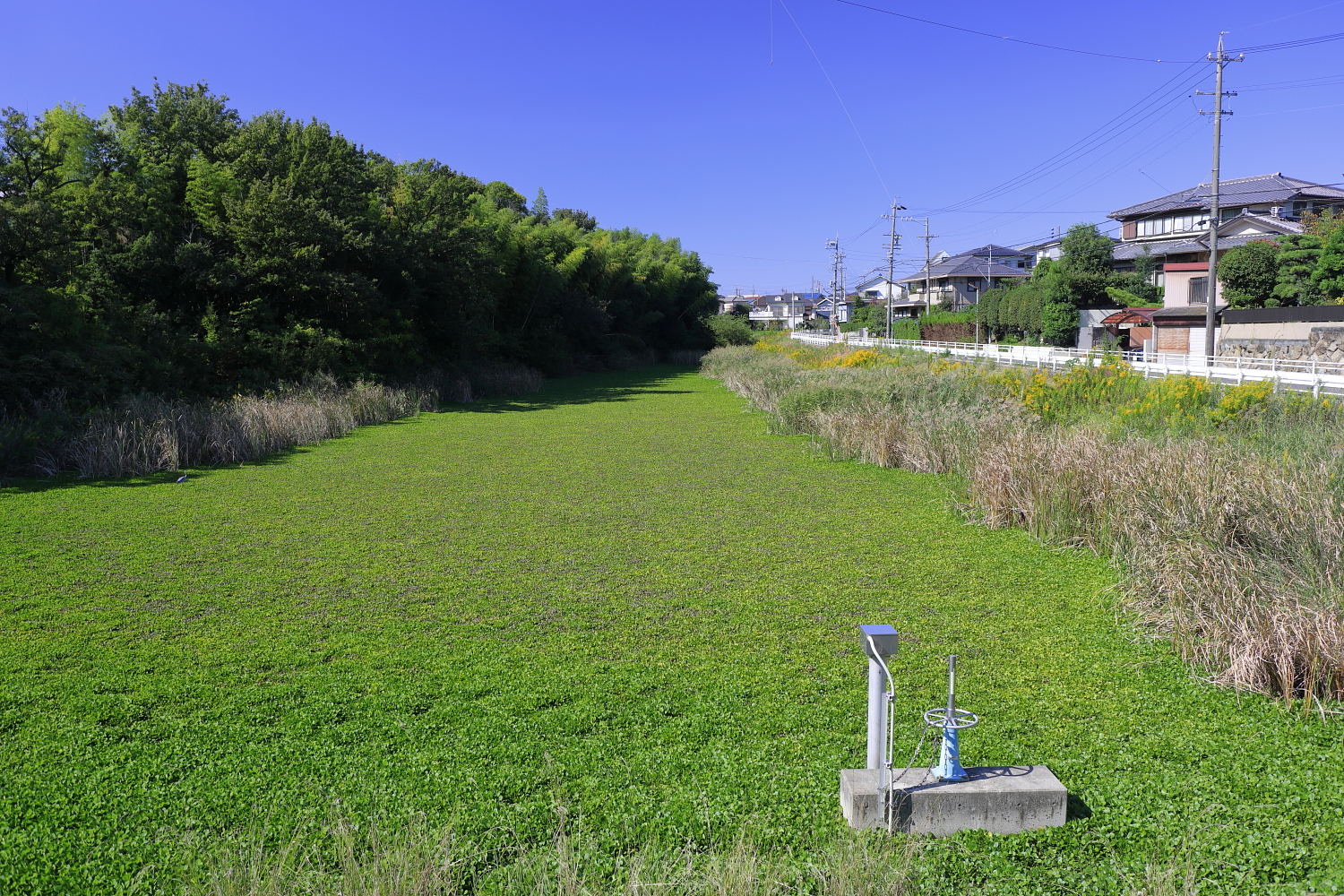
二ツ池 （2020年10月）

##### 二級水系天白川
| 河川名   | よみ           | 画像     | 次数    | 河川の 種類 | 市内における 管理者 | 主な経過地                   | 市内流路延長 (m) | 市内流路延長 (m) | 流域面積 (平方km) | 備考                                                   |
| 河川名   | よみ           | 画像     | 次数    | 河川の 種類 | 市内における 管理者 | 主な経過地                   | 左岸             | 右岸             | 流域面積 (平方km) | 備考                                                   |
| -------- | -------------- | -------- | ------- | ----------- | ------------------- | ---------------------------- | ---------------- | ---------------- | ----------------- | ------------------------------------------------------ |
| 天白川   | てんぱくがわ   |          | 本川    | 二級河川    | 愛知県知事          | 天白区、瑞穂区、南区、緑区   | 11,790           | 13,290           | 118.8             | 日進市の三ケ峯付近に端を発し、流下して名古屋港に注ぐ。 |
| 繁盛川   | はんもりがわ   |          | 1次支川 | 二級河川    | 愛知県知事          | 天白区                       | 2,050            | 0                | 2.9               |                                                        |
| 忠兵衛川 | ちゅうべえがわ |          | 1次支川 | 準用河川    | 名古屋市長          | 天白区                       | 1,872            | 1,872            | 1.52              |                                                        |
| 大根川   | おおねがわ     |          | 1次支川 | 準用河川    | 名古屋市長          | 天白区                       | 679              | 679              | 1.56              | 本地池を源頭とし、流下して天白川に注ぐ。               |
| 植田川   | うえだがわ     |          | 1次支川 | 準用河川    | 名古屋市長          | 名東区・天白区・瑞穂区・南区 | 4,343            | 3,919            | 10                | 長久手市内に端を発し（井堀川）、流下して天白川に注ぐ。 |
| 植田川   | うえだがわ     | 二級河川 | 1次支川 | 4,790       | 名古屋市長          | 名東区・天白区・瑞穂区・南区 | 4,790            | 21.0             |                   | 長久手市内に端を発し（井堀川）、流下して天白川に注ぐ。 |
| 前川     | まえかわ       |          | 2次支川 | 準用河川    | 名古屋市長          | 名東区                       | 1,063            | 1,063            | 2.70              |                                                        |
| 八事裏川 | やごとうらがわ |          | 1次支川 | 普通河川    | 名古屋市長          | 天白区                       | 2,019            | 2,019            | 1.49              |                                                        |
| 地蔵川   | じぞうがわ     |          | 1次支川 | 普通河川    | 名古屋市長          | 天白区                       | 762              | 762              | 1.41              | 天白区内に端を発し、流下して天白川に注ぐ。             |
| 藤川     | ふじかわ       |          | 1次支川 | 準用河川    | 名古屋市長          | 緑区、天白区                 | 2,283            | 2,283            | 3.36              | 緑区内に端を発し、流下して                             |
| 藤川     | ふじかわ       | 二級河川 | 1次支川 | 565         | 名古屋市長          | 緑区、天白区                 | 565              | 5.3              | 天白川に注ぐ。    |                                                        |
| 郷下川   | ごうしたがわ   |          | 2次支川 | 普通河川    | 名古屋市長          | 天白区                       | 2,254            | 2,254            | 1.83              |                                                        |
| 扇川     | おうぎがわ     |          | 1次支川 | 二級河川    | 名古屋市長          | 緑区                         | 9,835            | 9,835            | 29.8              | 大池（赤松大池）を源頭とし、流下して天白川に注ぐ。     |
| 神沢川   | かみさわがわ   |          | 2次支川 | 準用河川    | 名古屋市長          | 緑区                         | 1,200            | 1,200            | 2.17              |                                                        |
| 細口川   | ほそぐちがわ   |          | 2次支川 | 準用河川    | 名古屋市長          | 緑区                         | 563              | 563              | 0.61              |                                                        |
| 水広下川 | みずひろげがわ |          | 2次支川 | 準用河川    | 名古屋市長          | 緑区                         | 985              | 985              | 1.26              |                                                        |
| 敷田川   | しきたがわ     |          | 2次支川 | 普通河川    | 名古屋市長          | 緑区                         | 1,374            | 1,374            | 1.23              |                                                        |
| 滝ノ水川 | たきのみずがわ |          | 2次支川 | 普通河川    | 名古屋市長          | 緑区                         | 1,291            | 1,291            | 1.51              |                                                        |
| 旭出川   | あさひでがわ   |          | 2次支川 | 普通河川    | 名古屋市長          | 緑区                         | 1,306            | 1,306            | 0.79              |                                                        |
| 旭出川   | あさひでがわ   | 準用河川 | 2次支川 | 727         | 名古屋市長          | 緑区                         | 727              | 1.04             |                   |                                                        |
| 大高川   | おおだかがわ   |          | 2次支川 | 二級河川    | 名古屋市長          | 緑区                         | 2,880            | 2,880            | 7.2               | 水主ケ池を源頭とし、流下して扇川の下流部に注ぐ。       |
| 瀬木川   | せぎがわ       |          | 3次支川 | 準用河川    | 名古屋市長          | 緑区                         | 183              | 183              | 0.94              |                                                        |
| 瀬木川   | せぎがわ       | 二級河川 | 3次支川 | 1,040       | 名古屋市長          | 緑区                         | 1,040            | 2.6              |                   |                                                        |
| 手越川   | てこしがわ     |          | 2次支川 | 普通河川    | 名古屋市長          | 緑区                         | 1,022            | 1,022            | 1.21              | 豊明市内に端を発し、流下して扇川に注ぐ。               |
| 手越川   | てこしがわ     | 二級河川 | 2次支川 | 1,985       | 名古屋市長          | 緑区                         | 1,985            | 3.6              |                   | 豊明市内に端を発し、流下して扇川に注ぐ。               |
| 中平部川 | なかひらぶがわ |          | 3次支川 | 普通河川    | 名古屋市長          | 緑区                         | 1,757            | 1,757            | 0.83              |                                                        |
| 太鼓田川 | たいこでんがわ |          | 3次支川 | 普通河川    | 名古屋市長          | 緑区                         | 881              | 881              | 0.51              |                                                        |

天白川水系のため池
- 荒池（あらいけ） - 天白区天白町大字平針字荒池下。荒池緑地内にある。
- 大堤池（おおつつみいけ） - 天白区天白町大字平針字大堤下。荒池緑地内にある。
- 細口池（ほそぐちいけ） - 天白区平針南。細口池公園内にある。
- 本地池（ほんじいけ） - 天白区御前場町。
- 大根池（おおねいけ） - 天白区天白町大字島田字山ノ杁。天白公園内にある。
- 井堀上池（いぼりかみいけ） - 名東区猪高町大字上社字井堀。猪高緑地内にある。
- 井堀下池（いぼりしもいけ） - 名東区猪高町大字上社字井堀。猪高緑地内にある。
- 西堀池（にしほりいけ） - 名東区猪高町大字上社字井堀。猪高緑地内にある。
- 塚ノ杁池（つかのいりいけ） - 名東区猪高町大字上社字池ノ表。猪高緑地内にある。
- こもれび池（こもれびいけ） - 名東区猪高町大字上社字池ノ表。猪高緑地内にある。
- すり鉢池（すりばちいけ） - 名東区猪高町大字高針字勢子坊。猪高緑地内にある。
- デッチョ池（でっちょいけ） - 名東区神丘町。神丘公園内にある。
- 牧野池（まきのいけ） - 名東区猪高町大字高針字前山。牧野ヶ池緑地内にある。
- 新池（高針）（しんいけ） - 名東区山香町。
- 五合上池（ごごうかみいけ） - 名東区猪高町大字高針字山ノ中。愛知カンツリー倶楽部内にある。
- 五合下池（ごごうしもいけ） - 名東区猪高町大字高針字山ノ中。愛知カンツリー倶楽部内にある。
- 天白渓下池（てんぱくけいしもいけ） - 天白区天白町大字八事字裏山。天白渓下池公園内にある。
- 新池（島田）（しんいけ） - 天白区高宮町。
- 双子池（ふたごいけ） - 天白区海老山町。『二子塚池』の誤り。
- 戸笠池（とがさいけ） - 天白区久方・緑区鳴海町字螺貝。戸笠公園内にある。
- 螺貝池（ほらがいいけ） - 緑区相川。螺貝公園内にある。
- 鳴子池（なるこいけ） - 緑区相川。
- 四郎曽池（しろそいけ） - 緑区長根町。四郎曽池公園内にある。
- 大池（赤松）（おおいけ） - 緑区藤塚。白土中央公園内にある。
- 神池（かみいけ） - 緑区元徳重。徳重神池公園内にある。
- 二ツ池（ふたついけ） - 緑区徳重。通曲公園内にある。
- 神沢池（かみさわいけ） - 緑区鳴海町字神沢。
- 要池（かなめいけ） - 緑区乗鞍。要池公園内にある。
- 平手池（ひらていけ） - 緑区細口。乗鞍公園に隣接する。
- 横吹大池（よこぶきおおいけ） - 緑区鳴海町字横吹。鳴海カントリークラブ内にある。
- 水広下池（みずひろげいけ） - 緑区水広。水広公園内にある。
- 松池（まついけ） - 緑区鳴海町字尾崎山。鳴海公園内にある。
- 滝ノ水北池（たきのみずきたいけ） - 緑区滝ノ水。滝ノ水緑地内にある。
- 上朝日出池（かみあさひでいけ） - 緑区旭出。上朝日出公園内にある。
- 新海池（にいのみいけ） - 緑区鳴海町字池上。新海池公園内にある。
- 権平池（ごんべいいけ） - 緑区桶狭間西。
- 西鰌池（にしどじょういけ） - 緑区緑花台。西鰌池公園内にある。
- 琵琶ケ池（びわがいけ） - 緑区鳴海町字鴻ノ巣。大高緑地内にある。
- 籠池（かごいけ） - 緑区文久山。
- 水主ケ池（かこがいけ） - 緑区忠治山。水主池公園内にある。
- 蝮池（まむしいけ） - 緑区大高町字蝮池。
- 蛇池（大高）（じゃいけ） - 緑区定納山。定納山公園に隣接する。
- 平野池（ひらのいけ） - 緑区大高町字平野池末。氷上公園内にある。

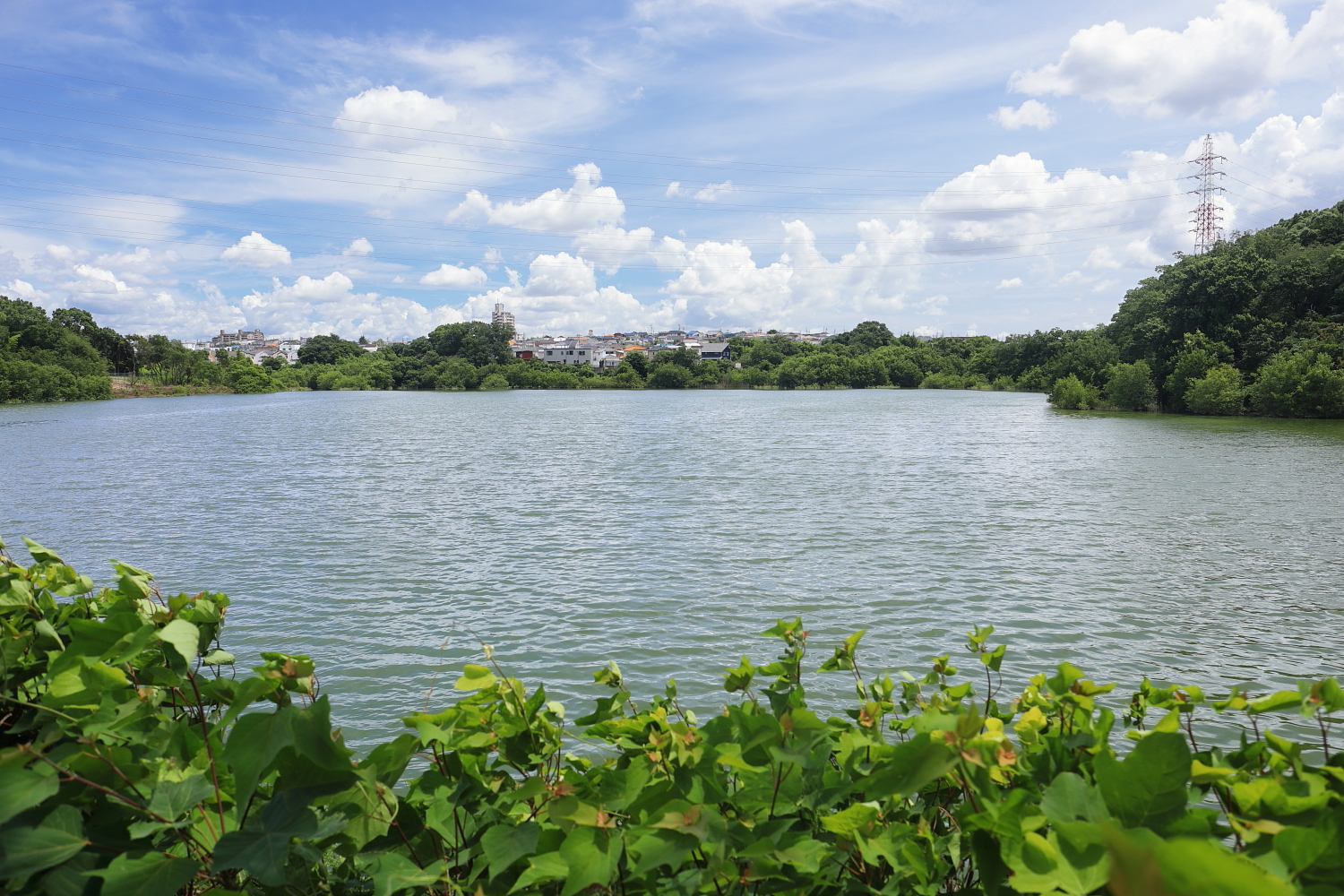
荒池 （2021年7月）
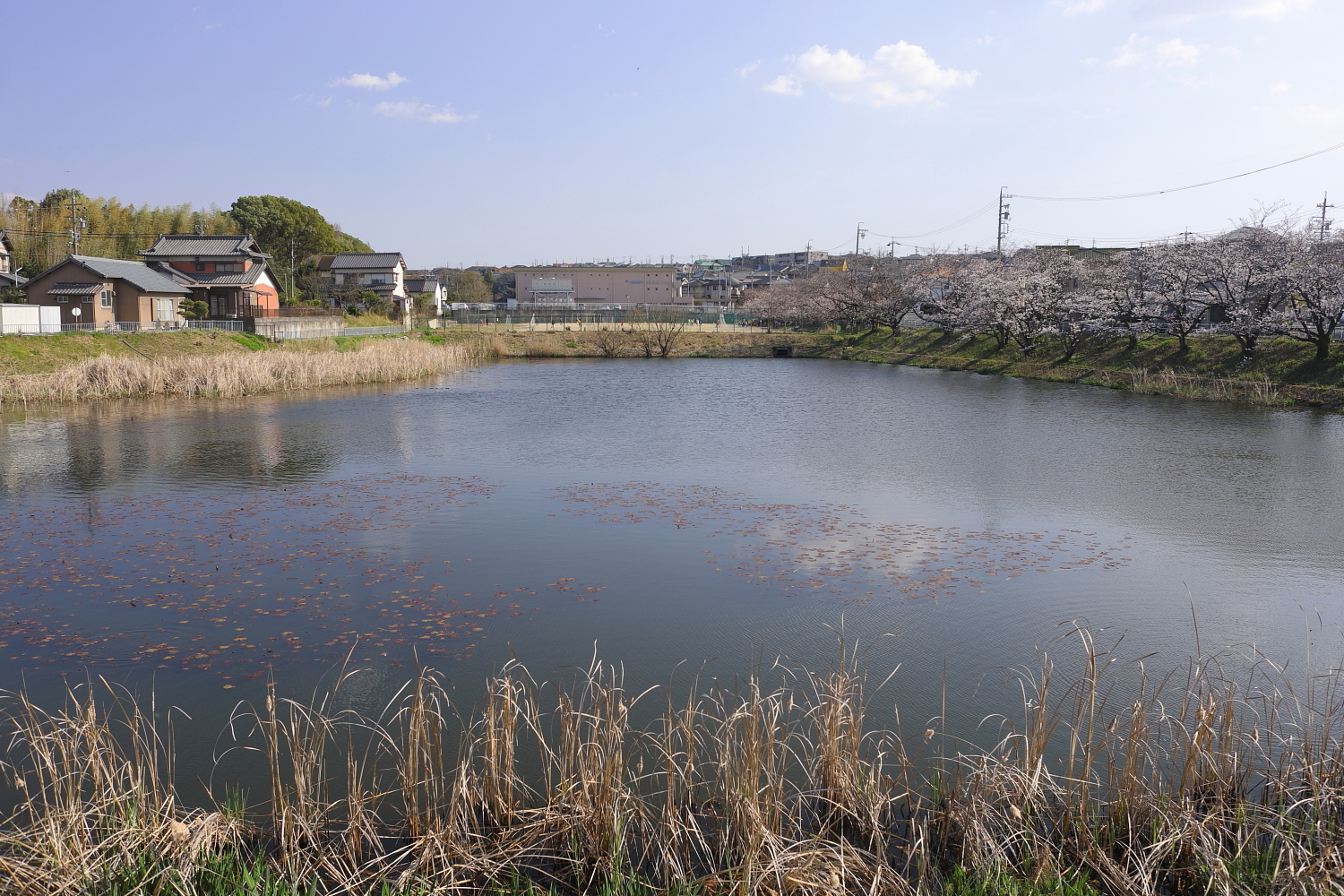
大堤池 （2021年3月）
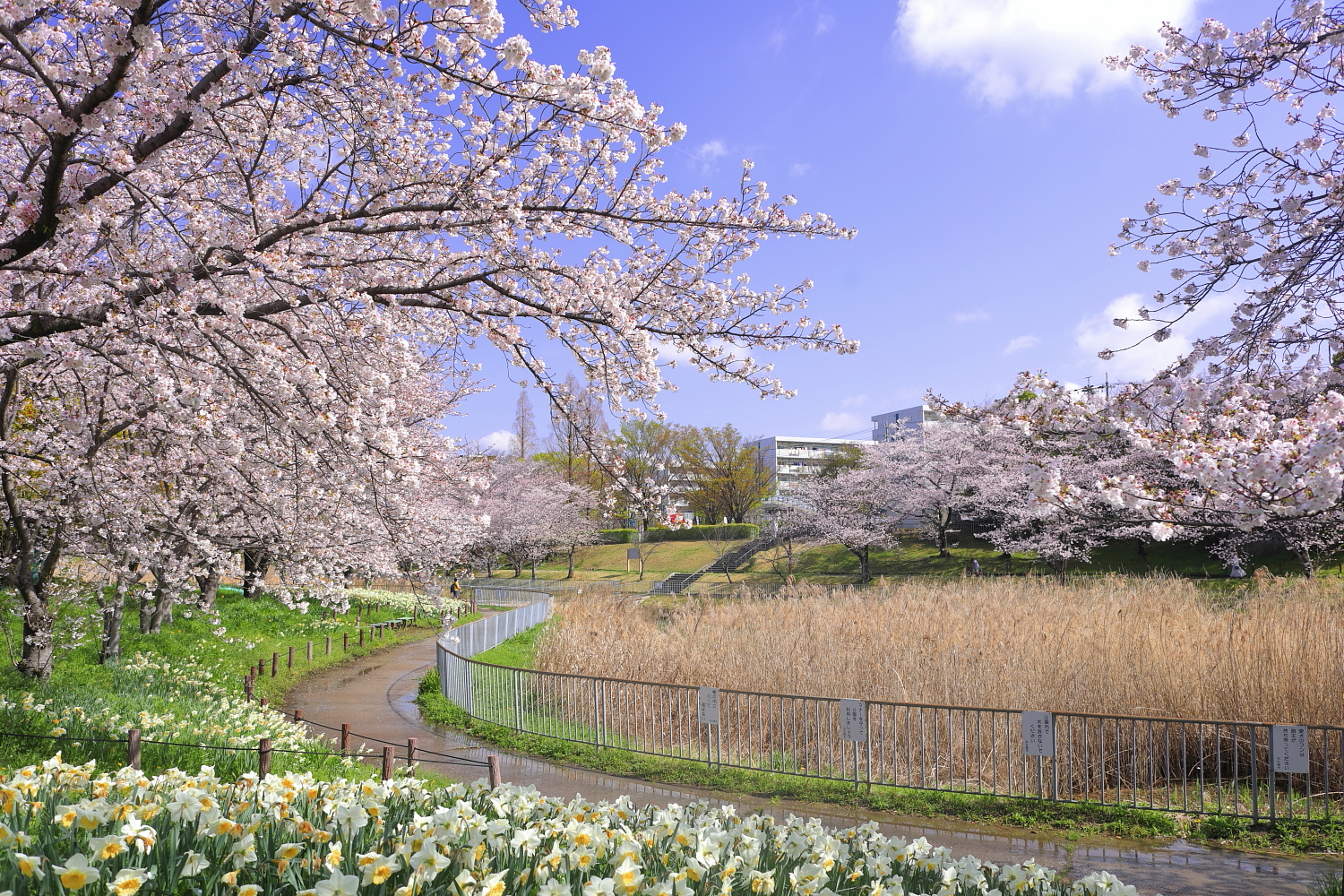
細口池 （2021年3月）
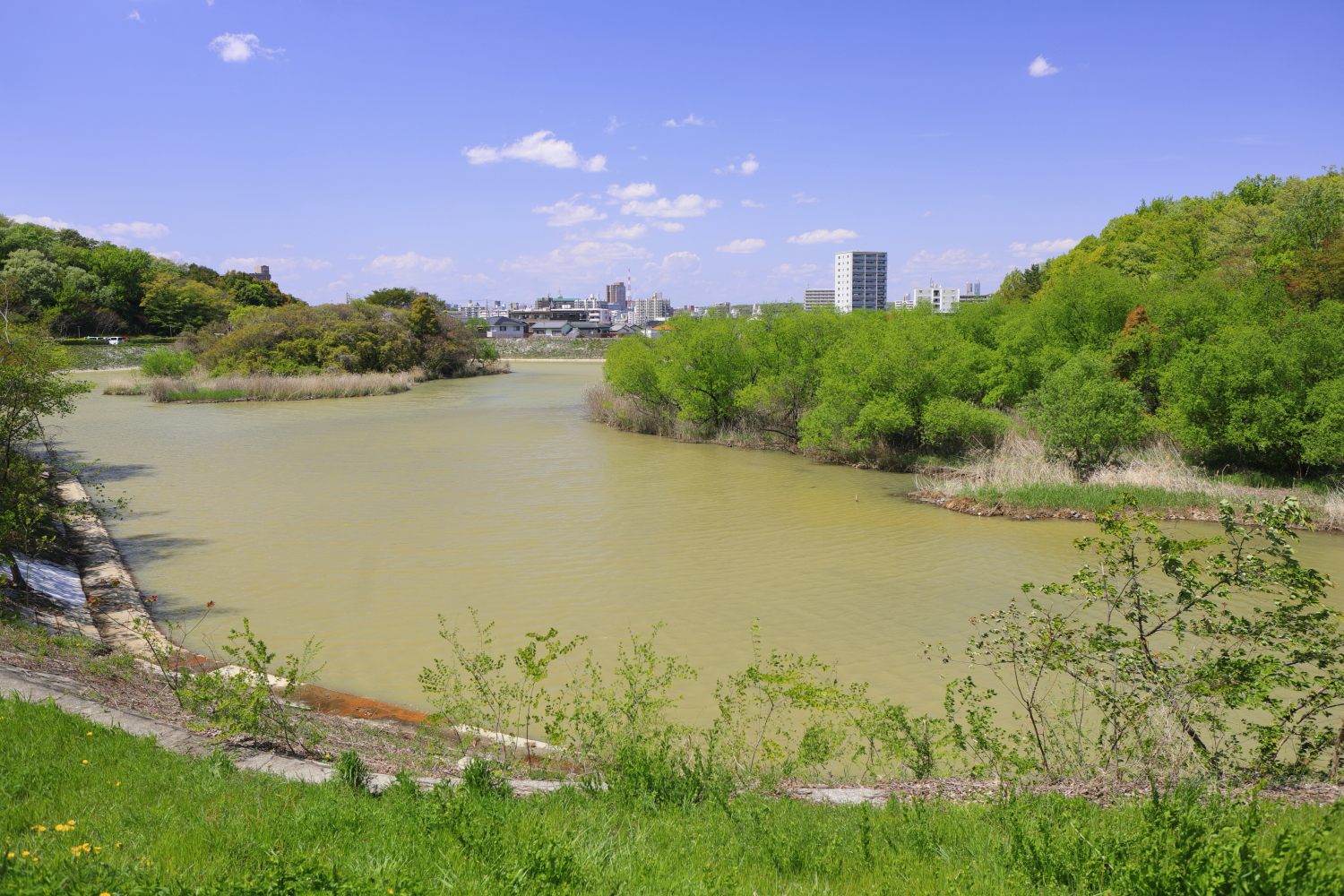
大根池 （2021年4月）
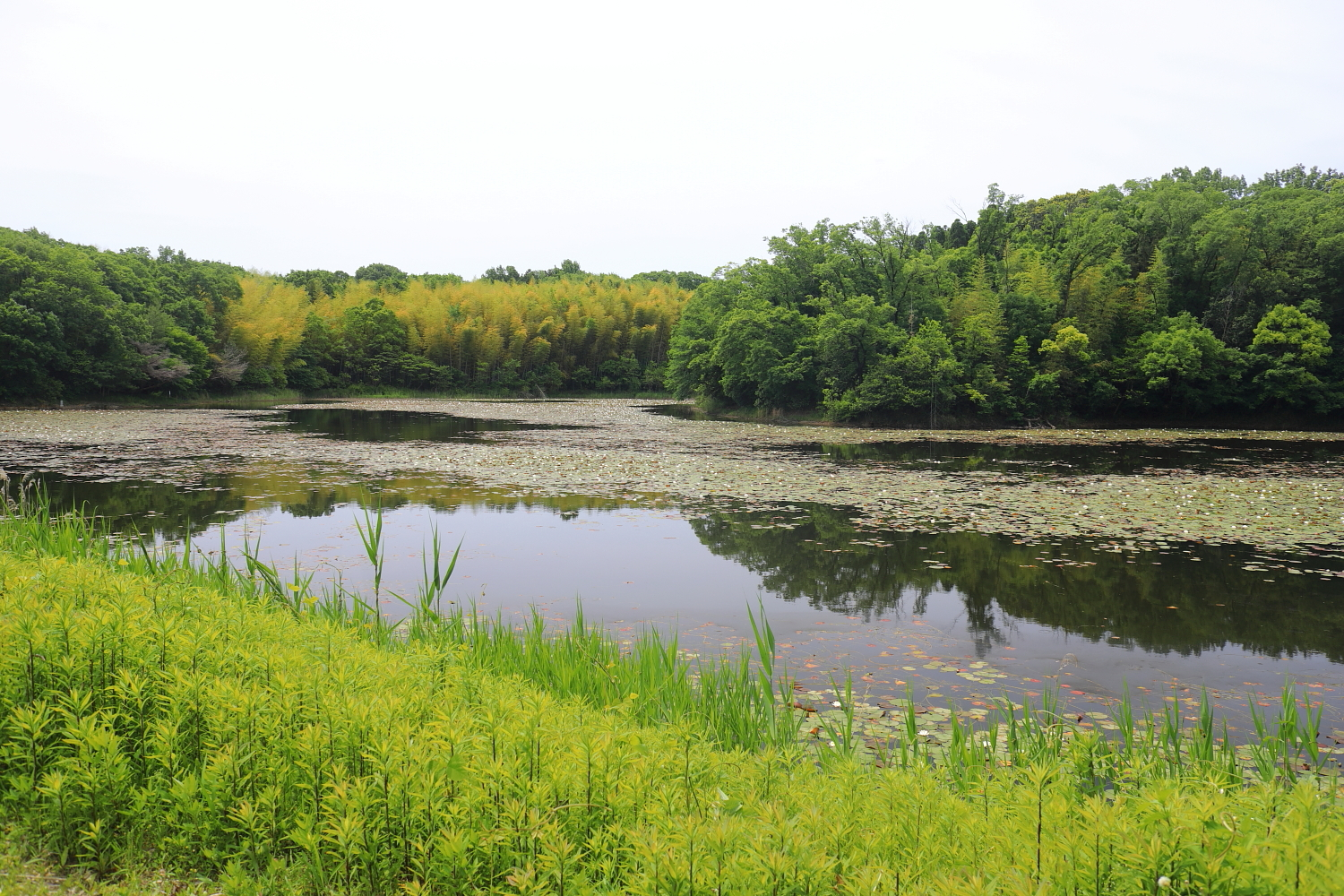
塚ノ杁池 （2021年5月）
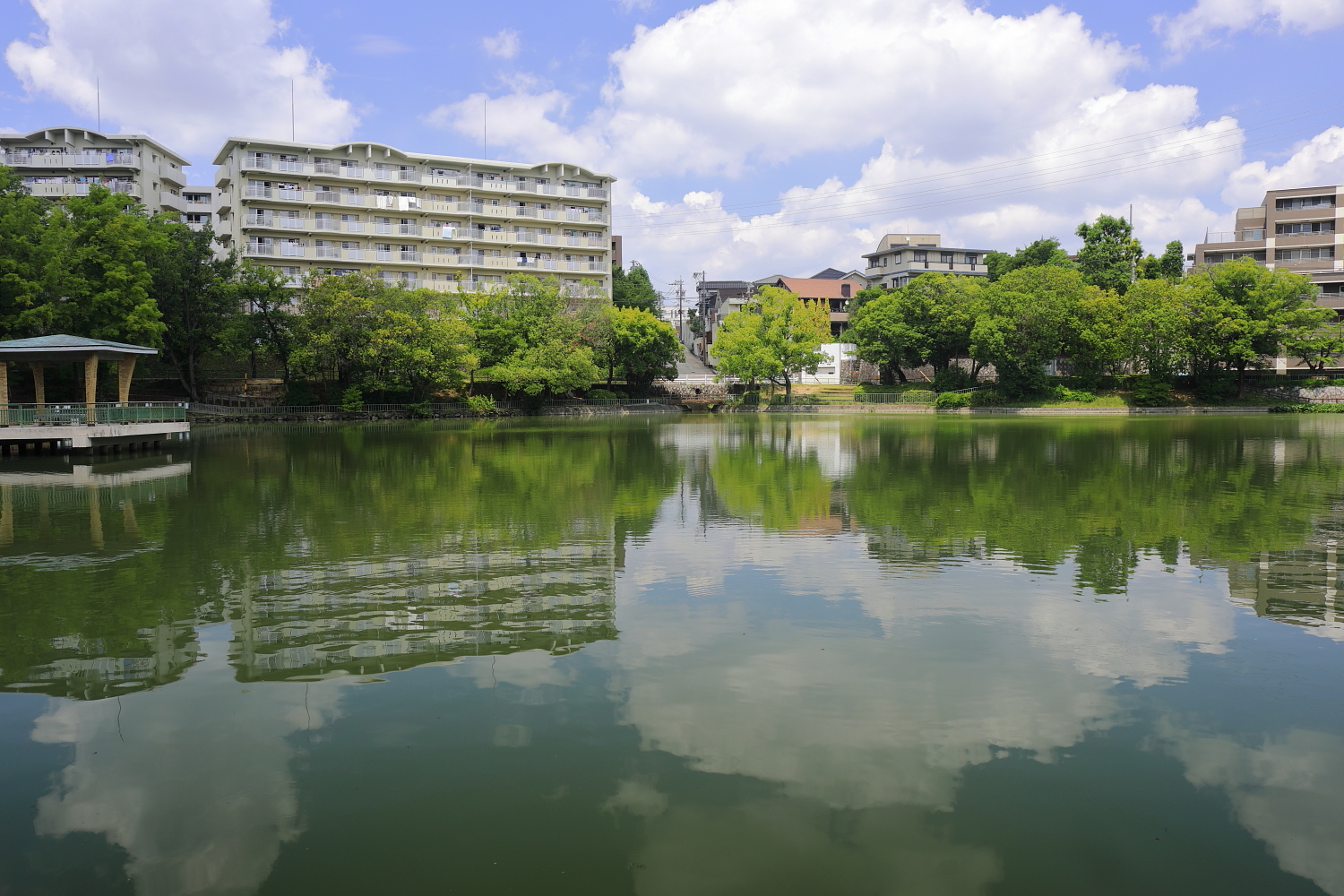
デッチョ池 （2021年6月）
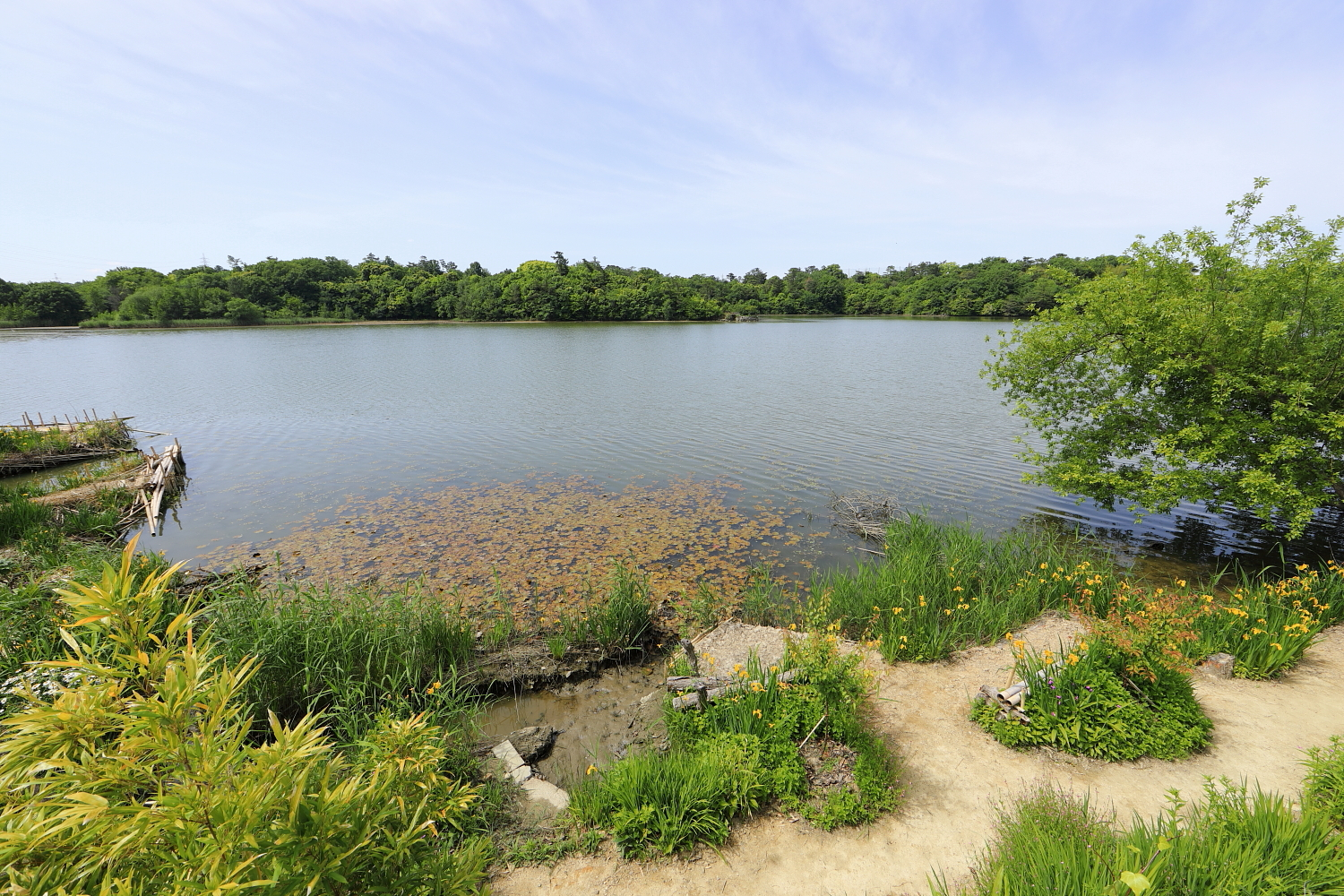
牧野池 （2021年5月）
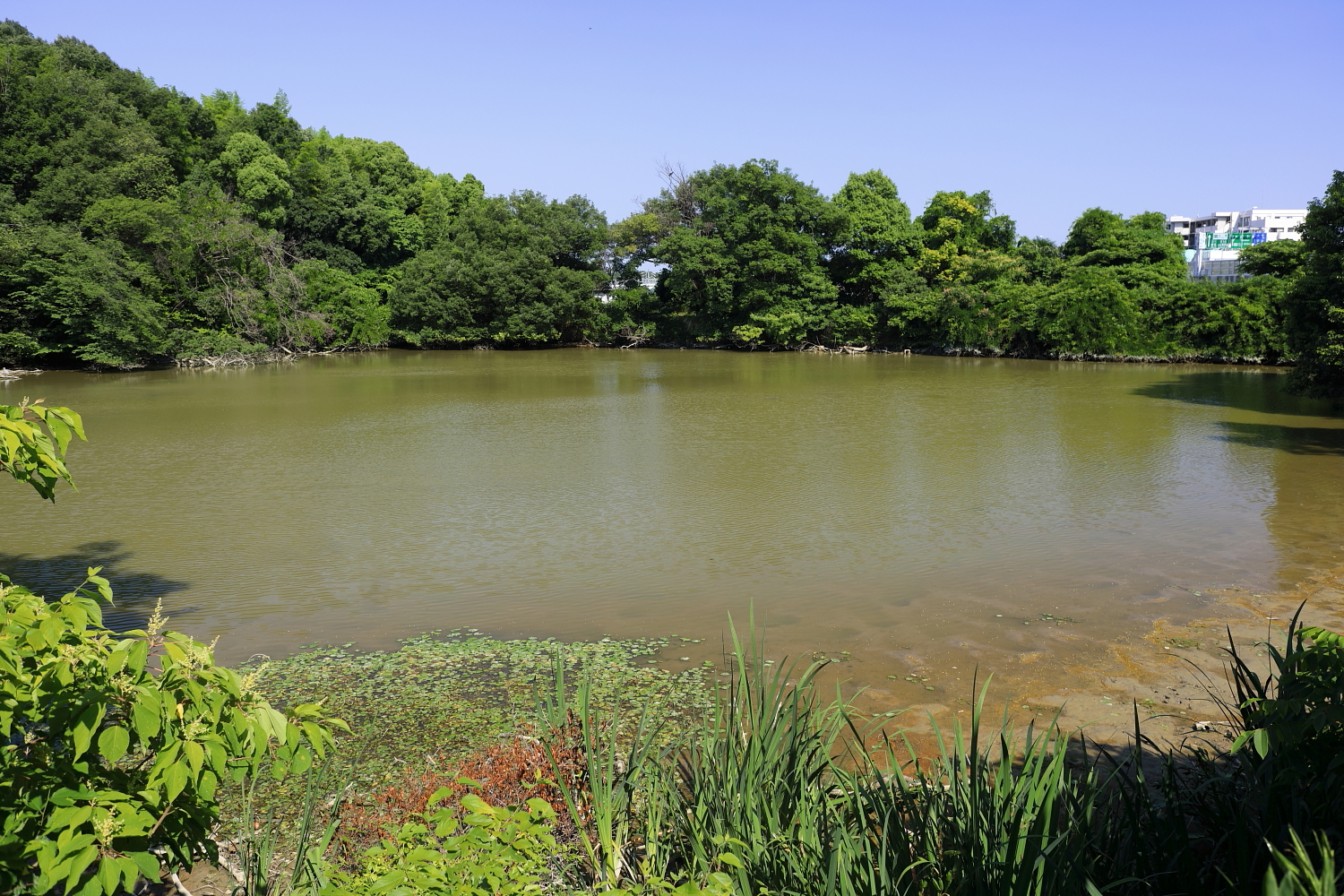
新池（高針） （2021年6月）
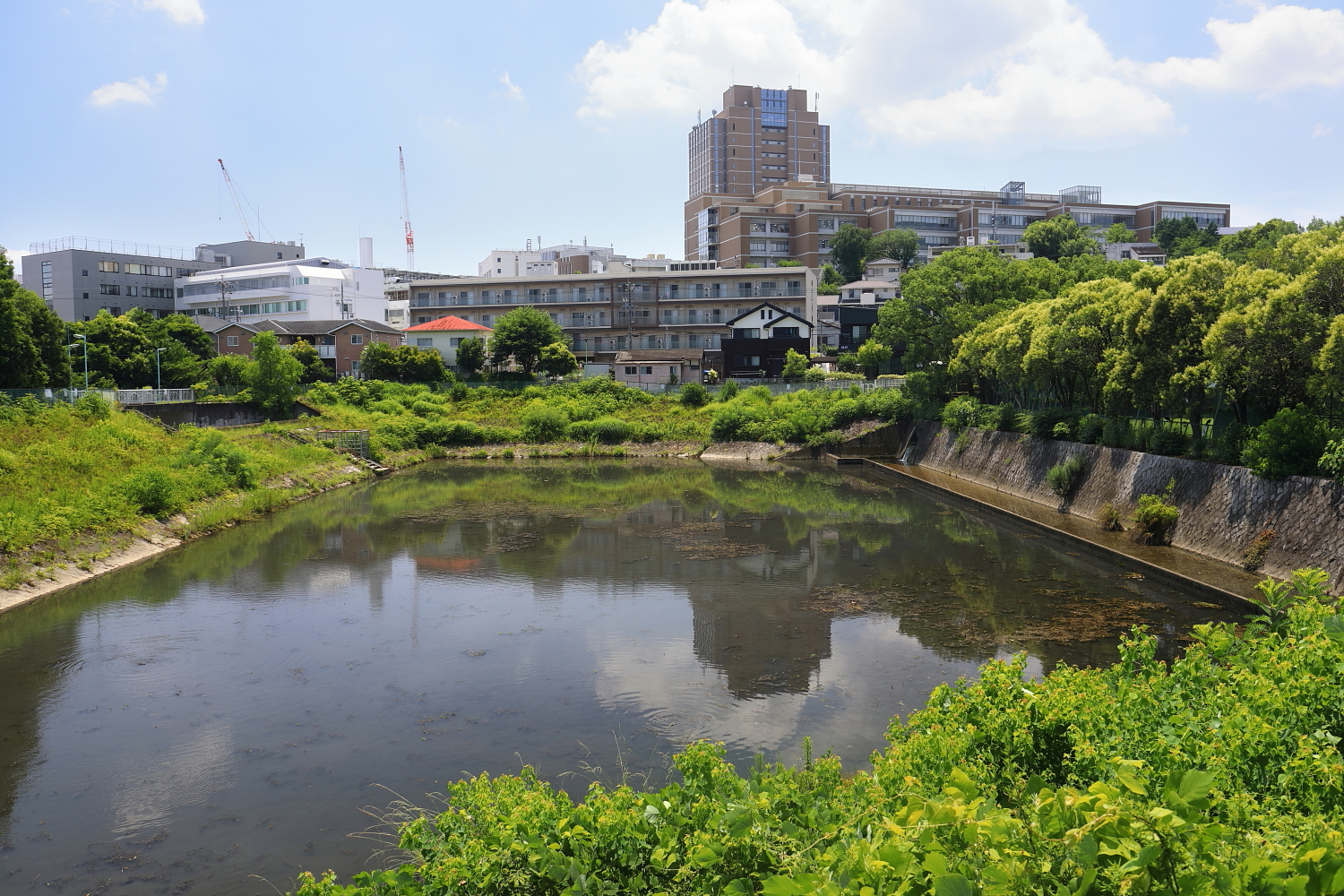
天白渓下池 （2021年7月）
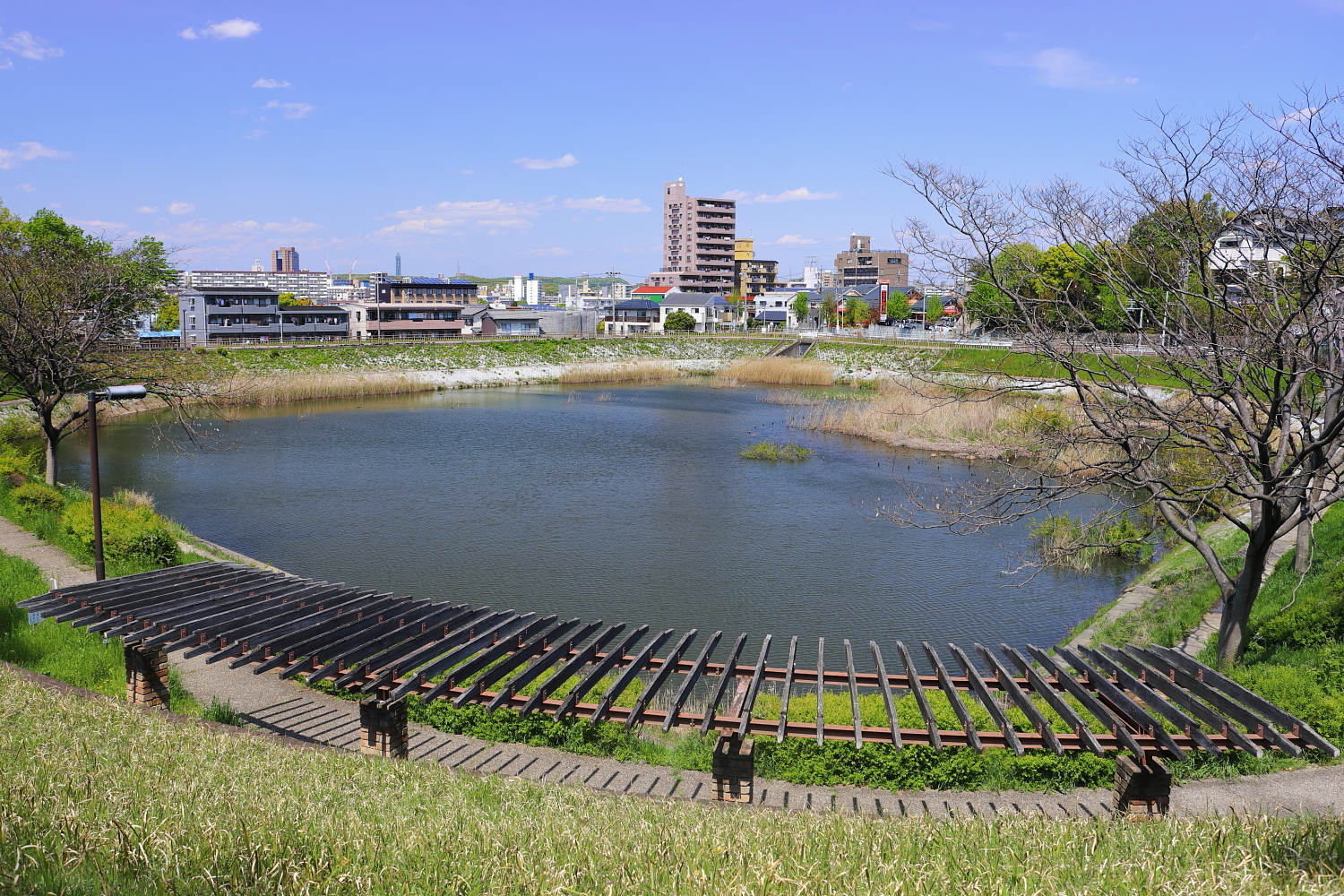
新池（島田） （2021年4月）
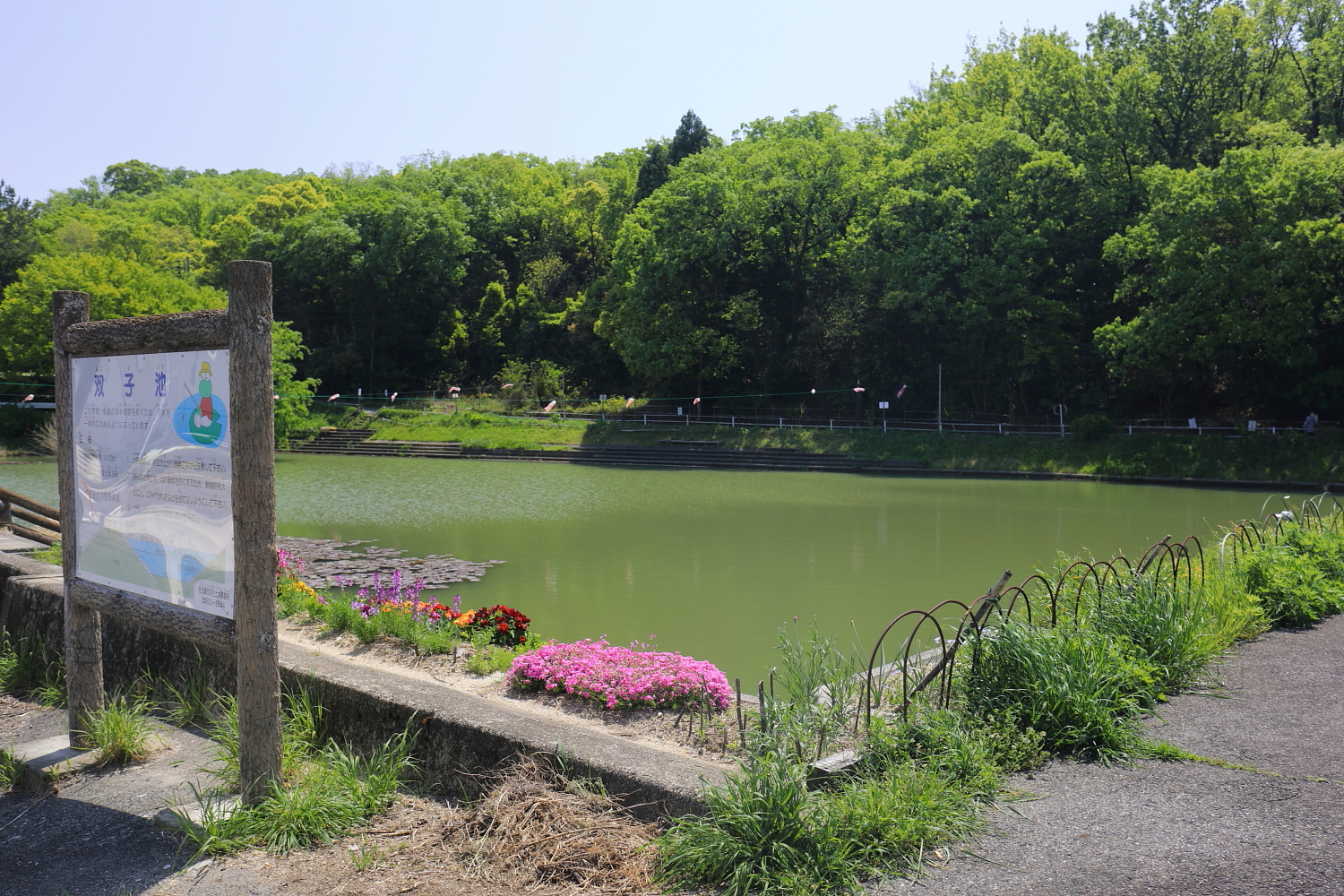
双子池 （2021年4月）
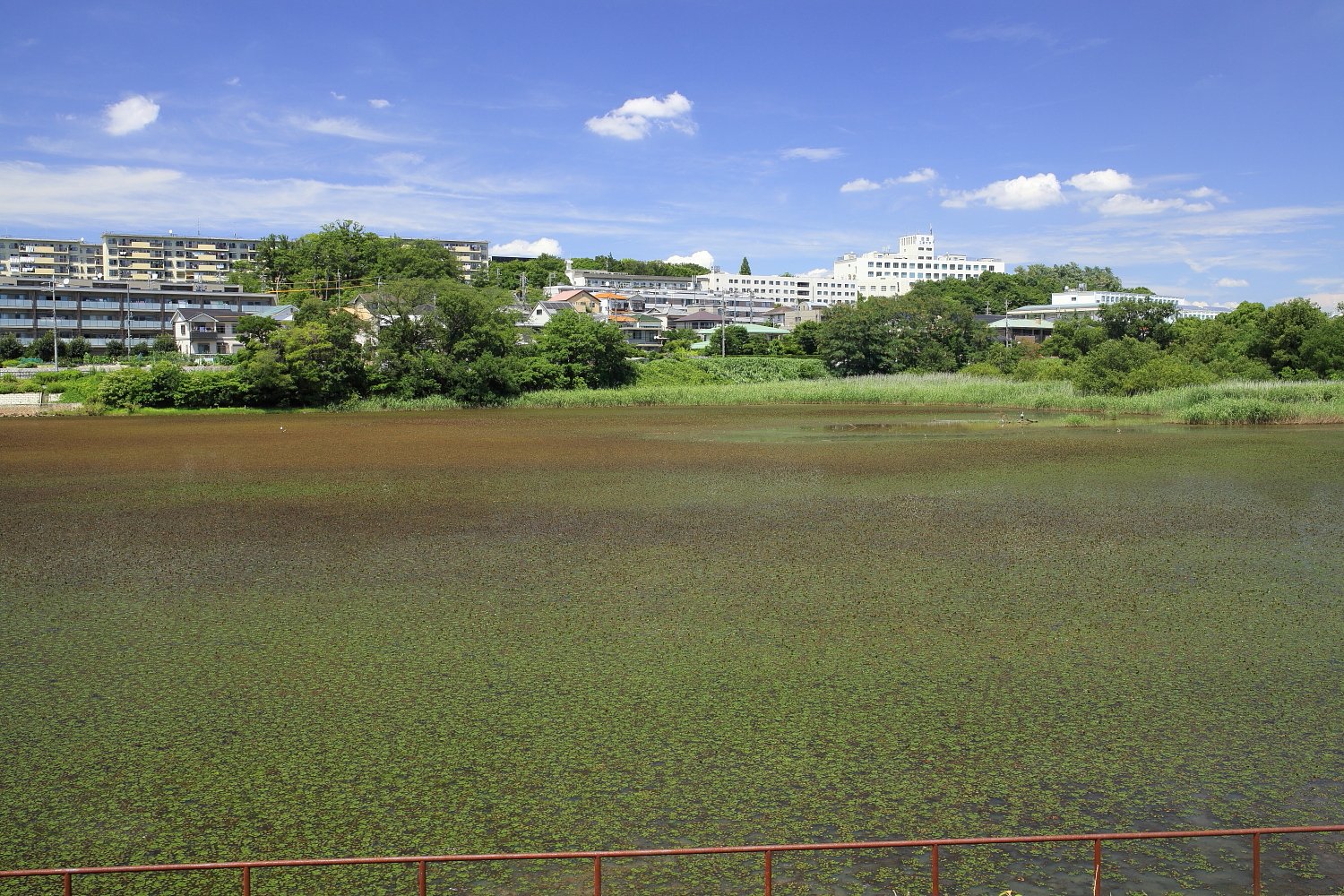
戸笠池 （2015年7月）
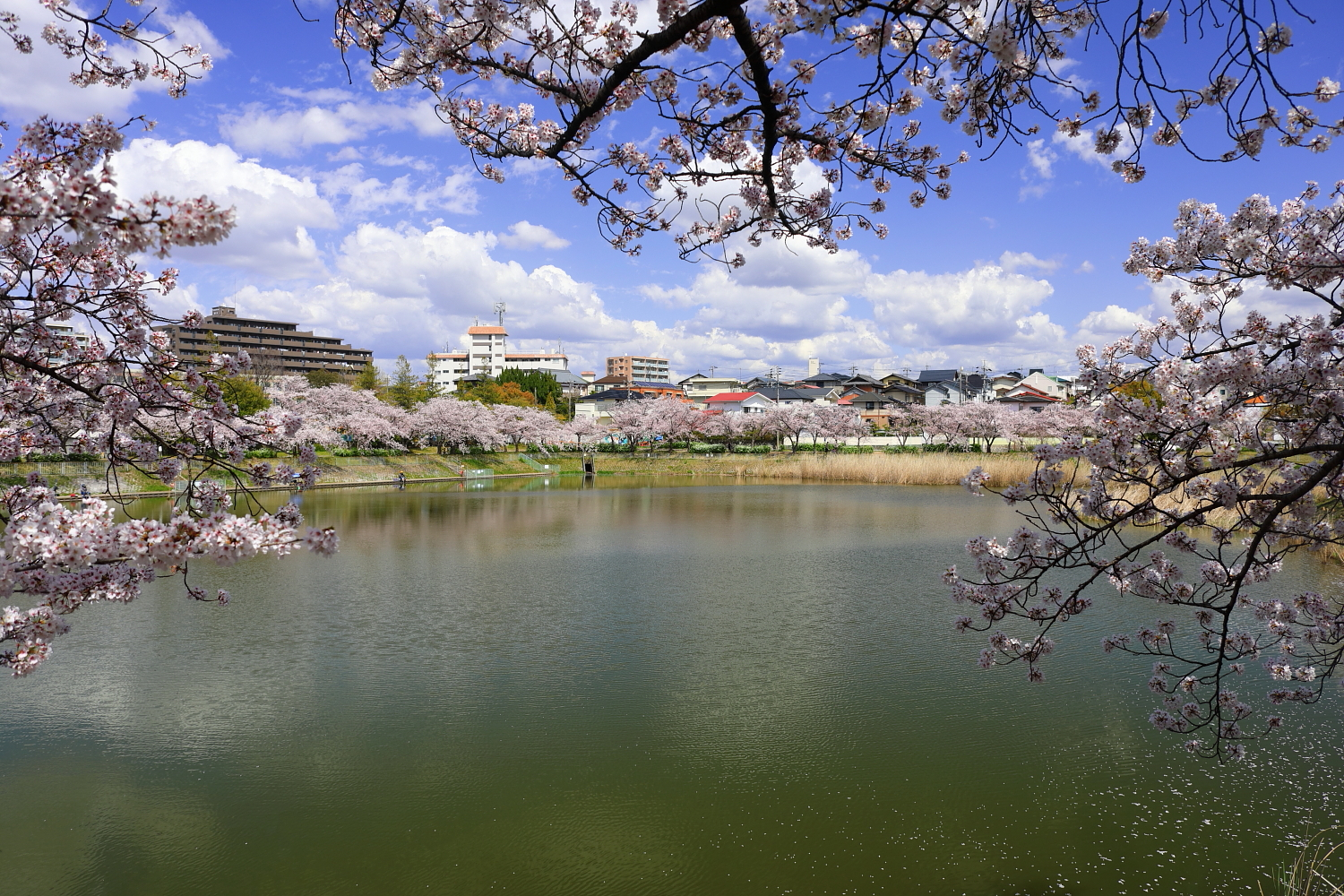
螺貝池 （2022年4月）
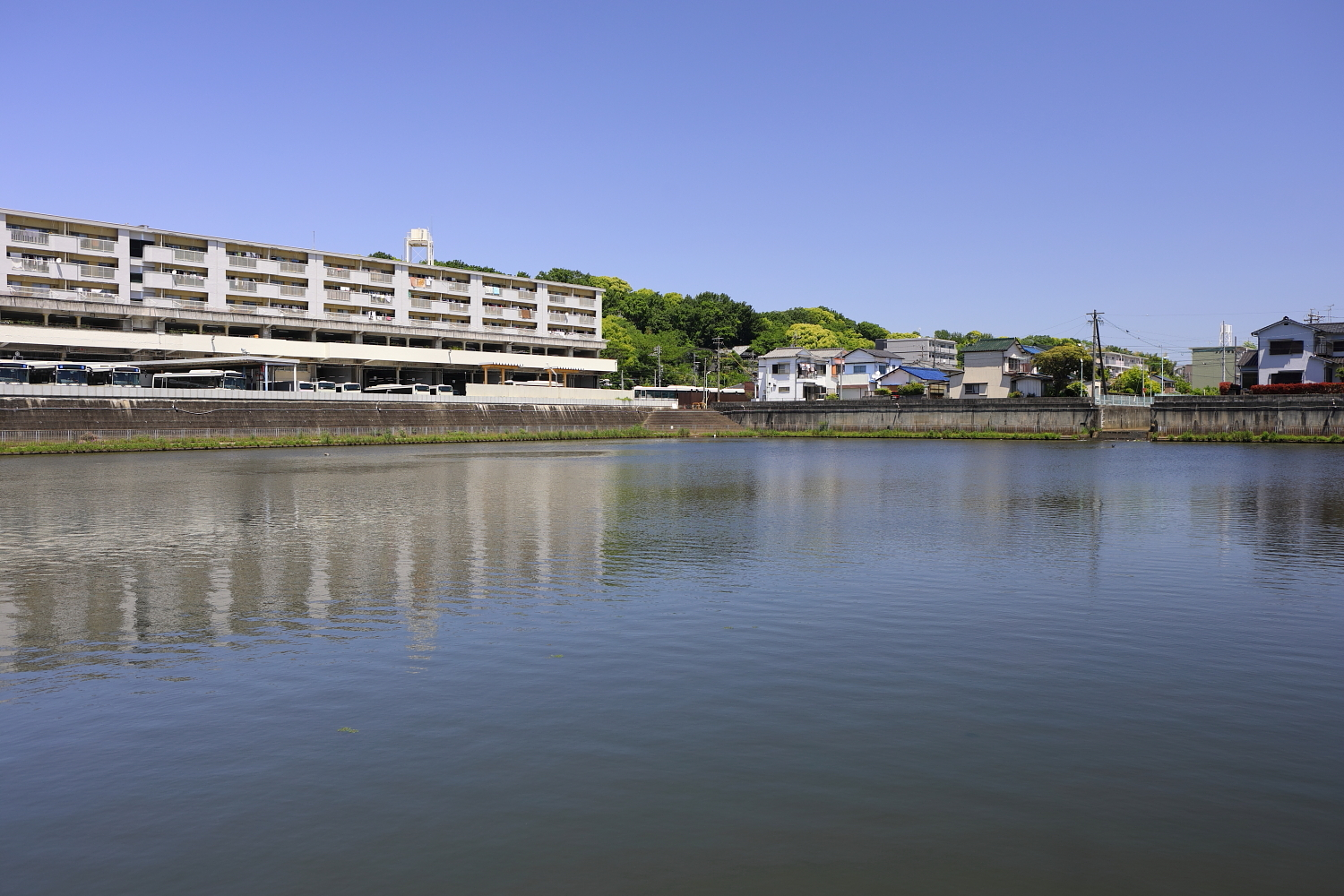
鳴子池 （2020年5月）
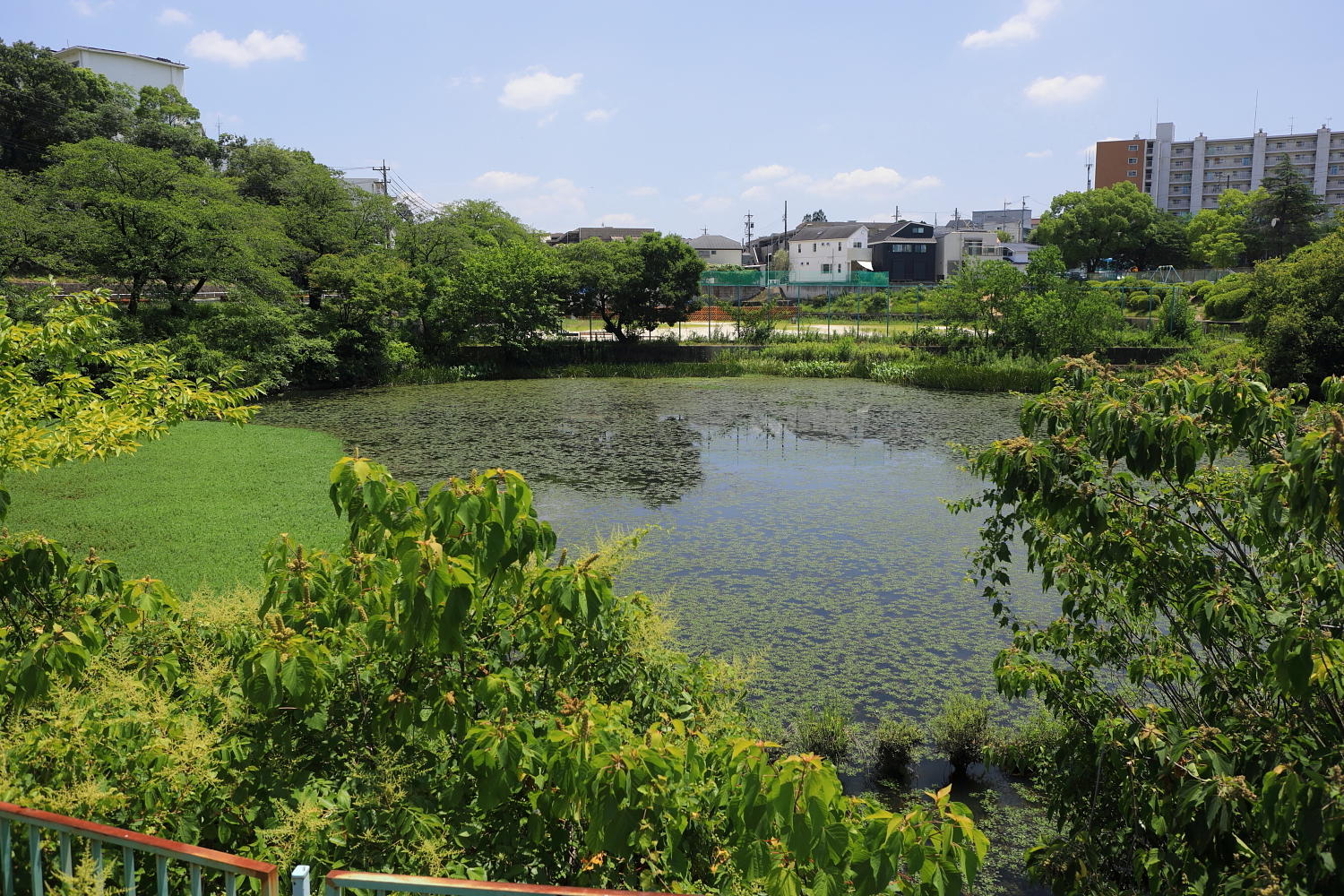
四郎曽池 （2021年7月）
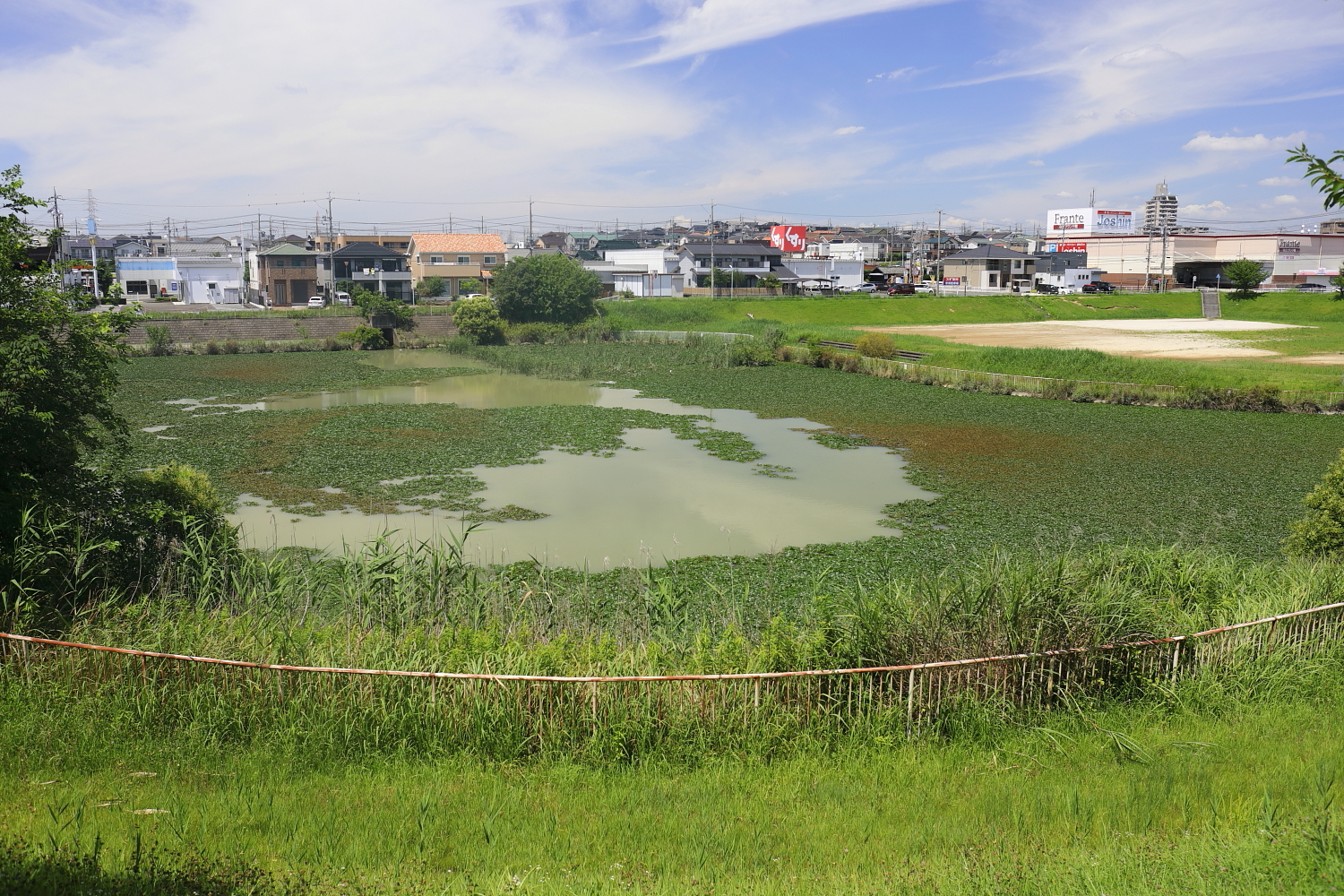
大池（赤松） （2020年7月）
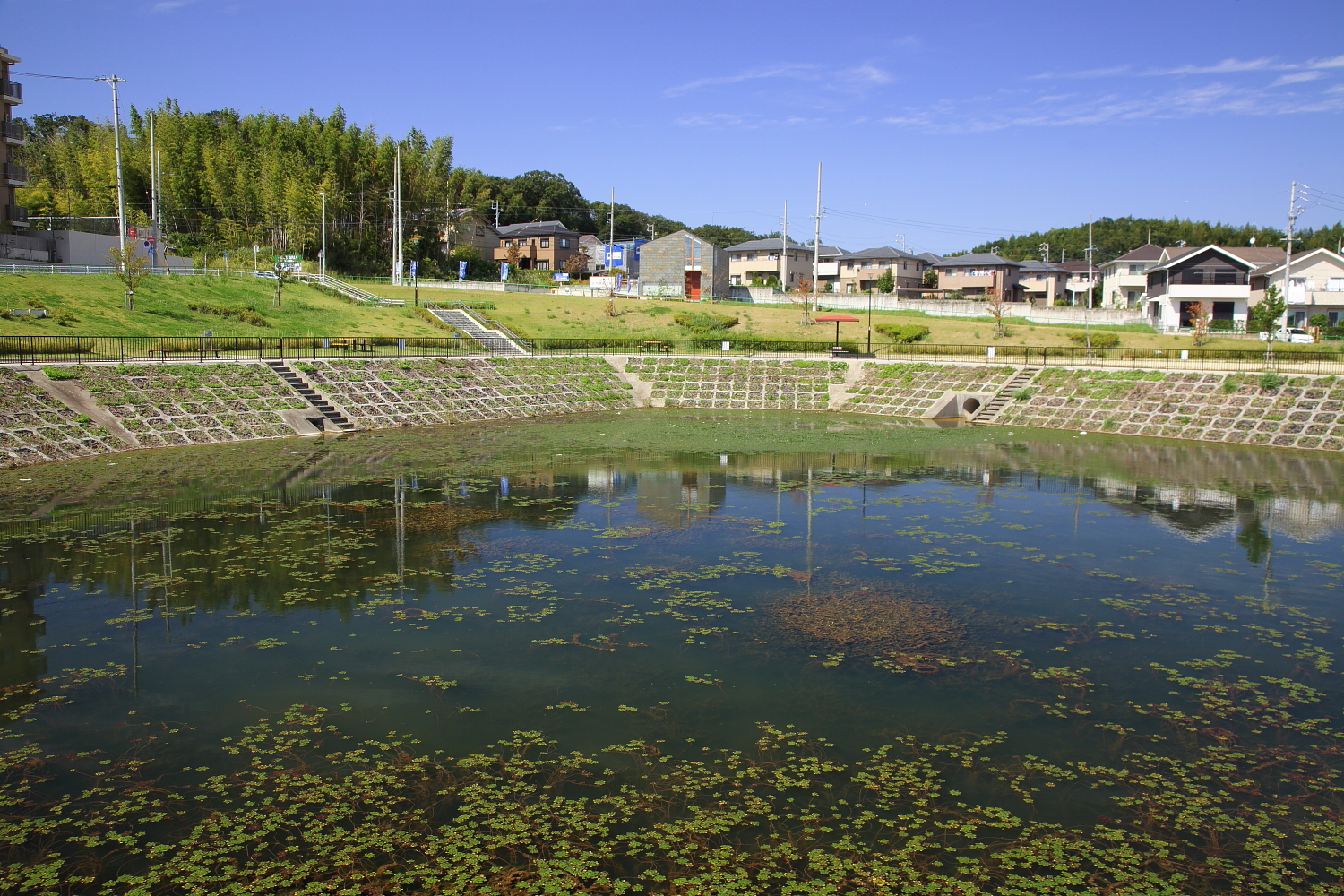
神池 （2015年9月）
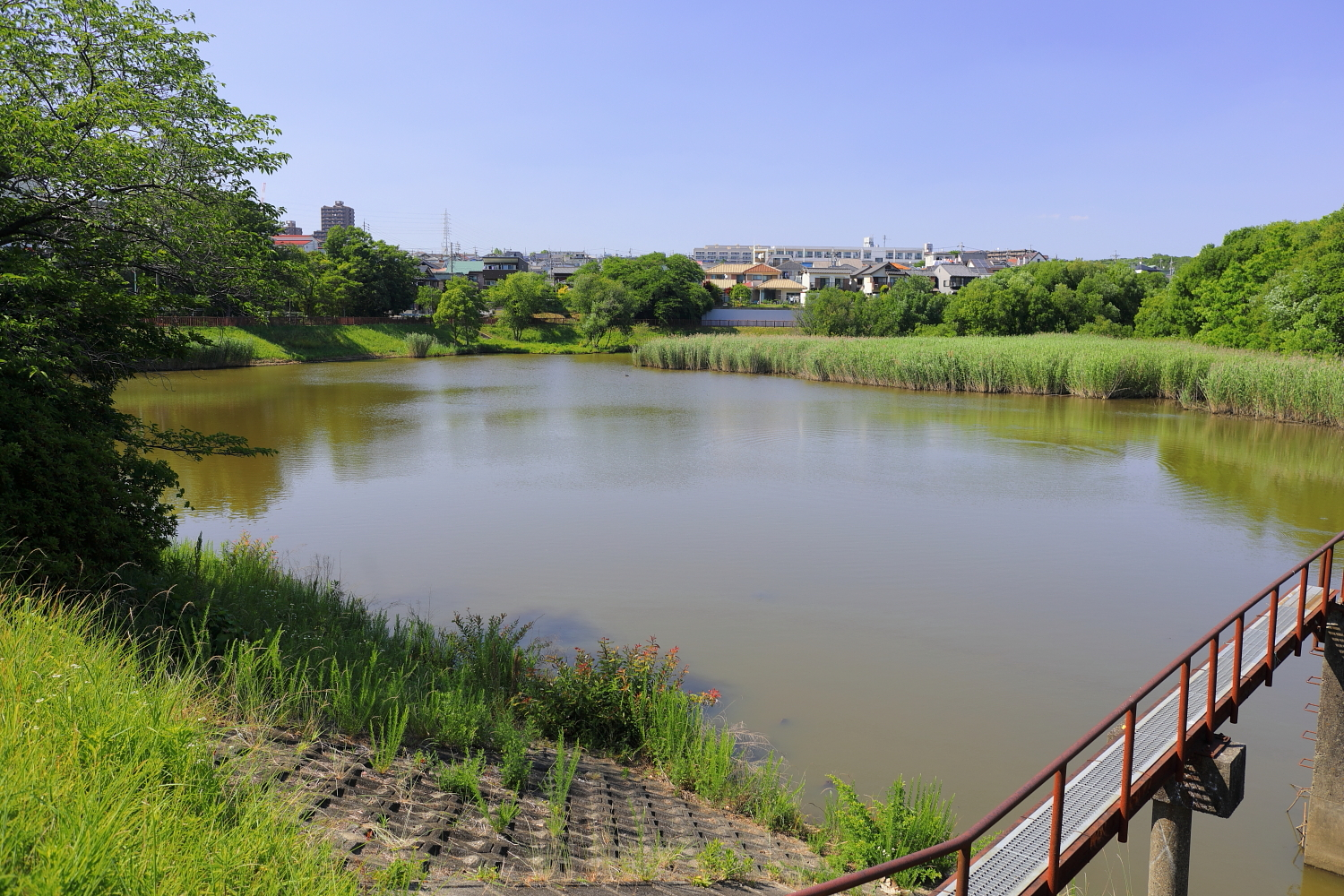
神沢池 （2020年6月）
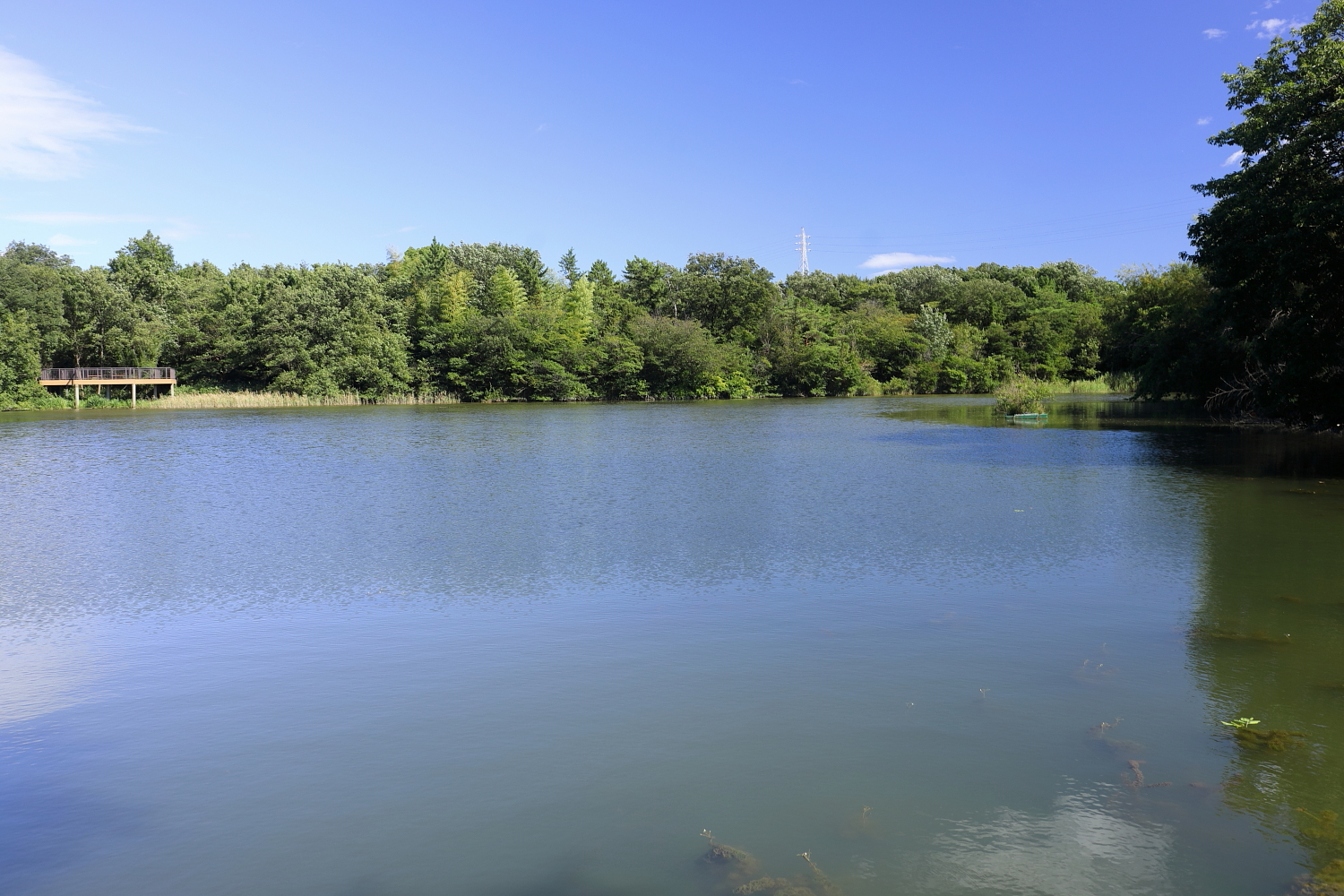
水広下池 （2021年8月）
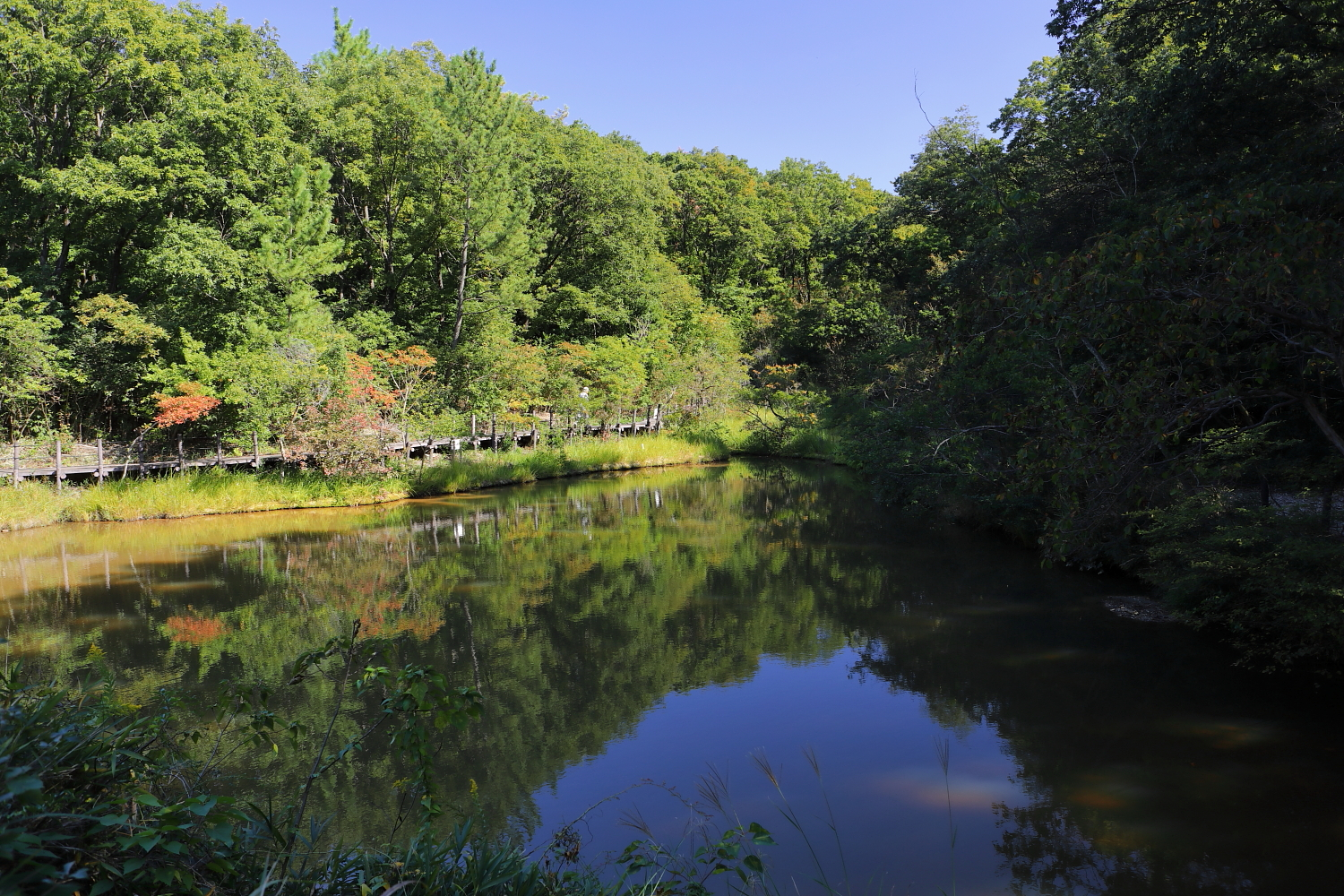
滝ノ水北池 （2020年10月）
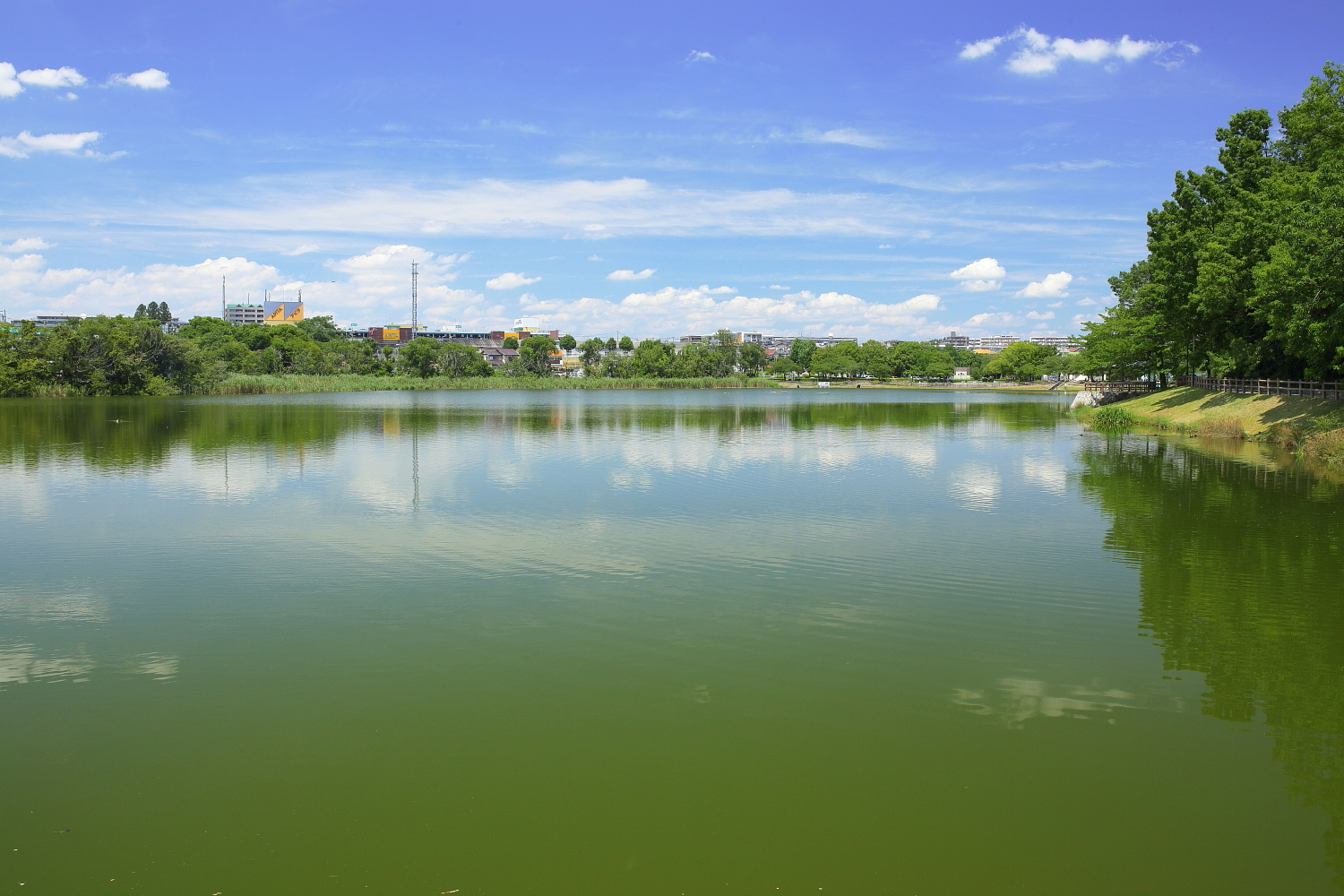
新海池 （2015年7月）
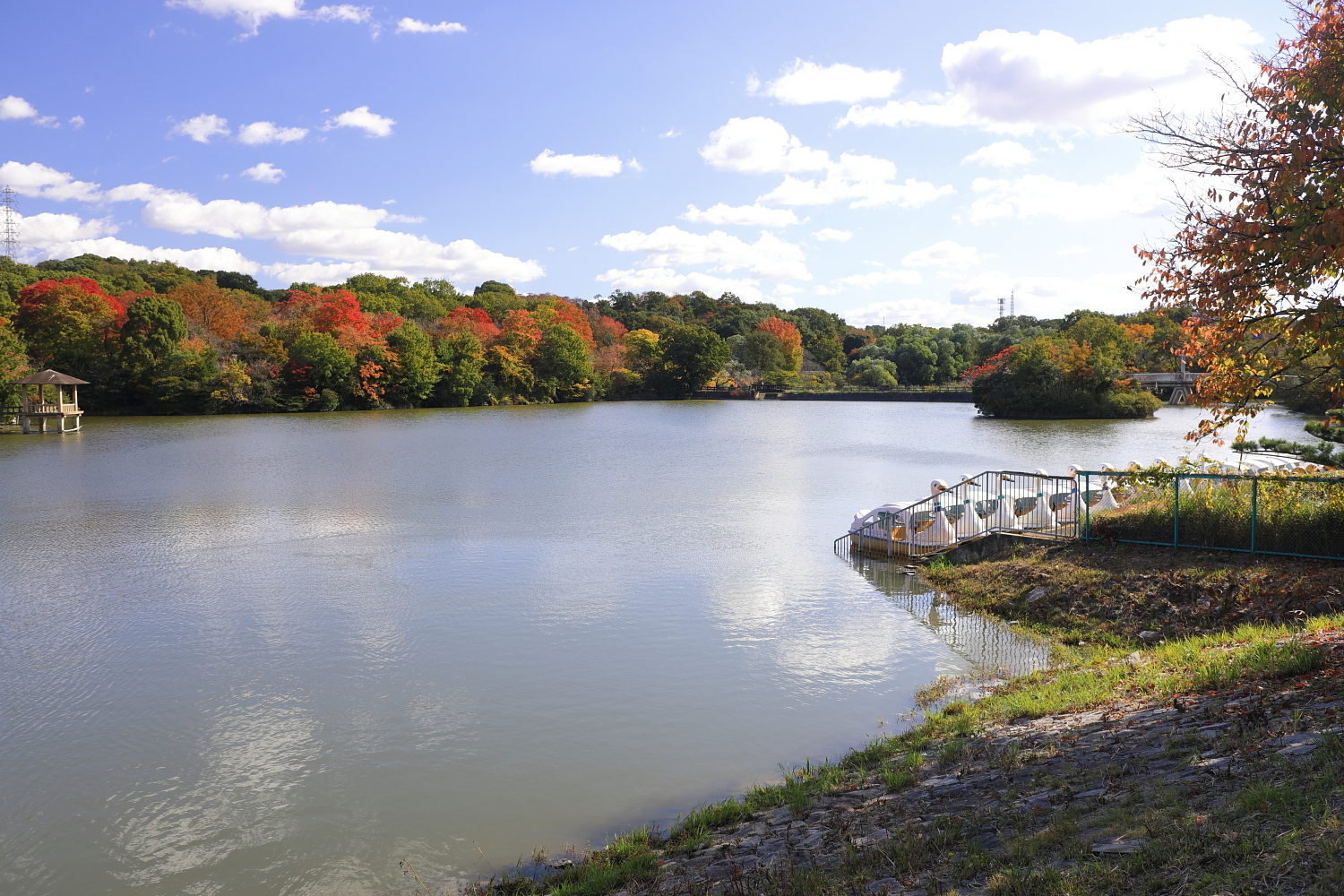
琵琶ケ池 （2020年11月）
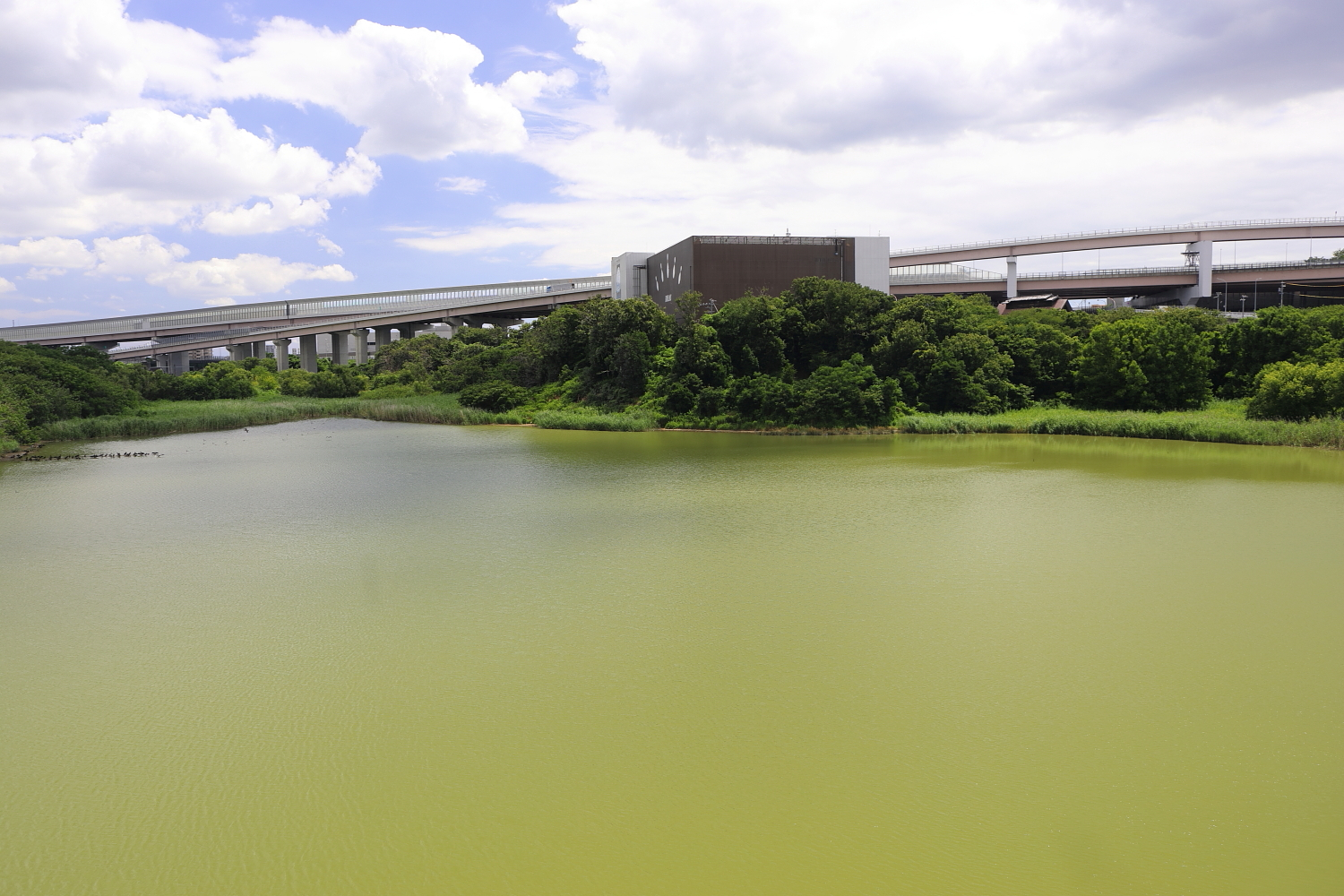
水主ケ池 （2020年7月）
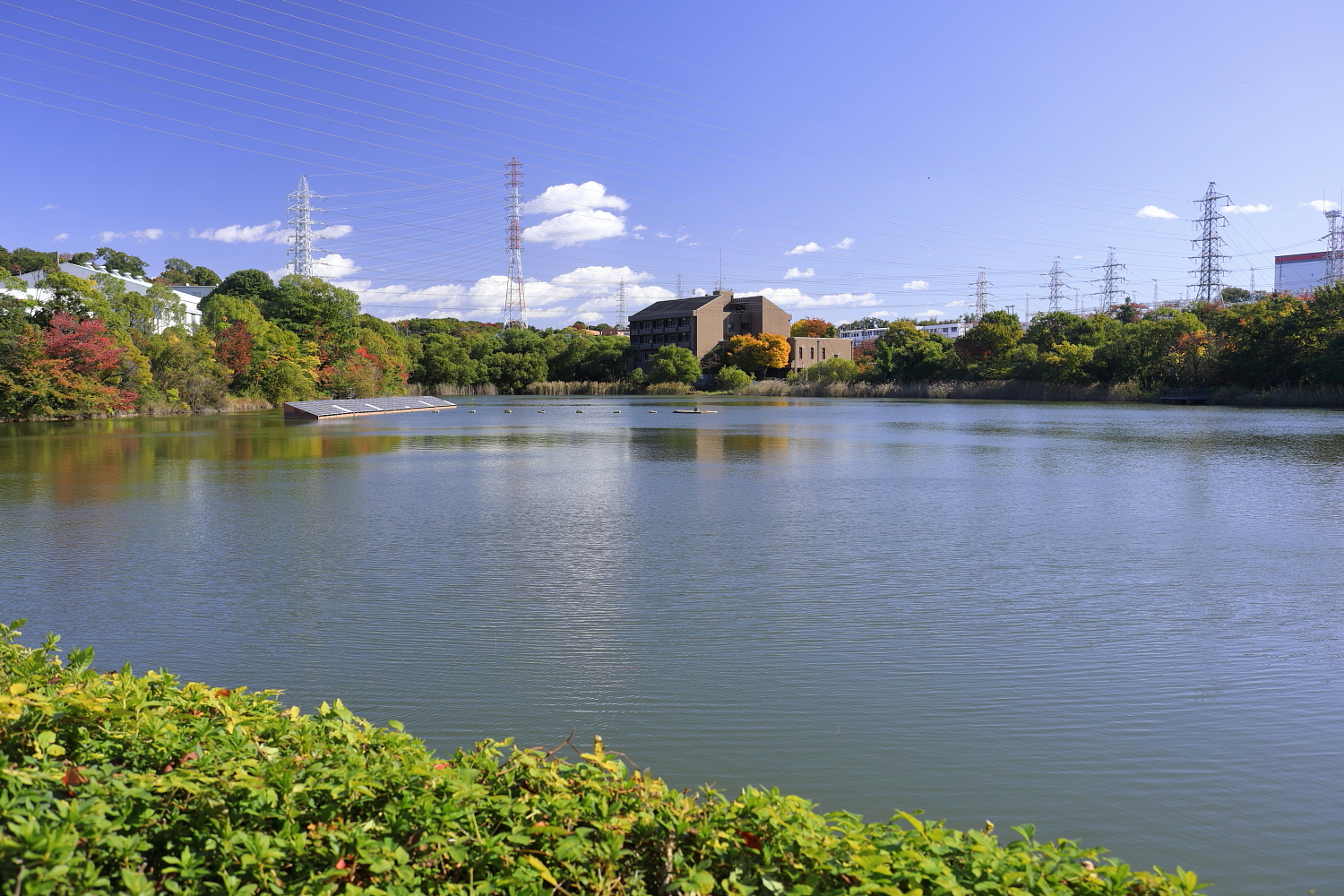
蝮池 （2020年11月）
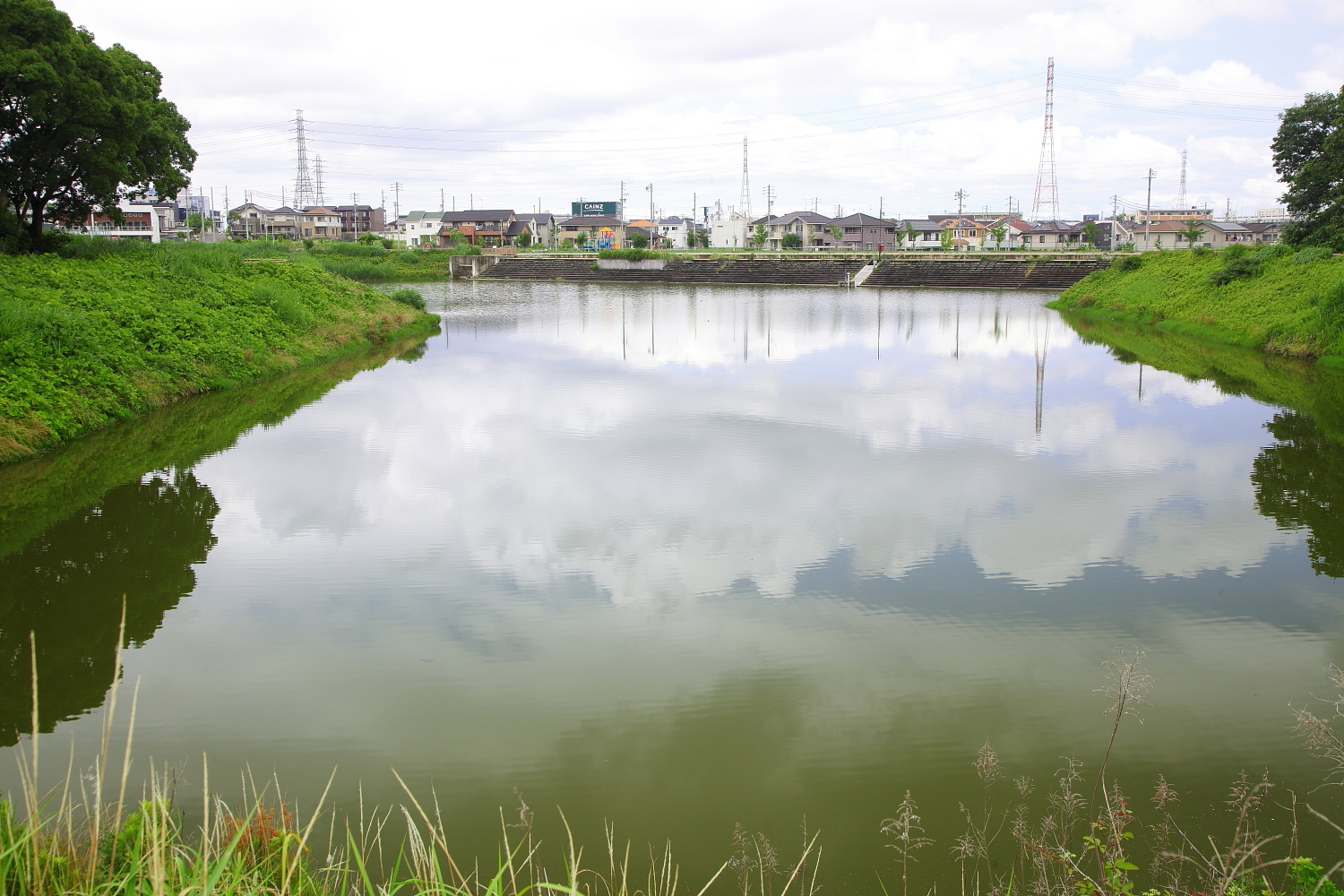
蛇池 （2015年6月）
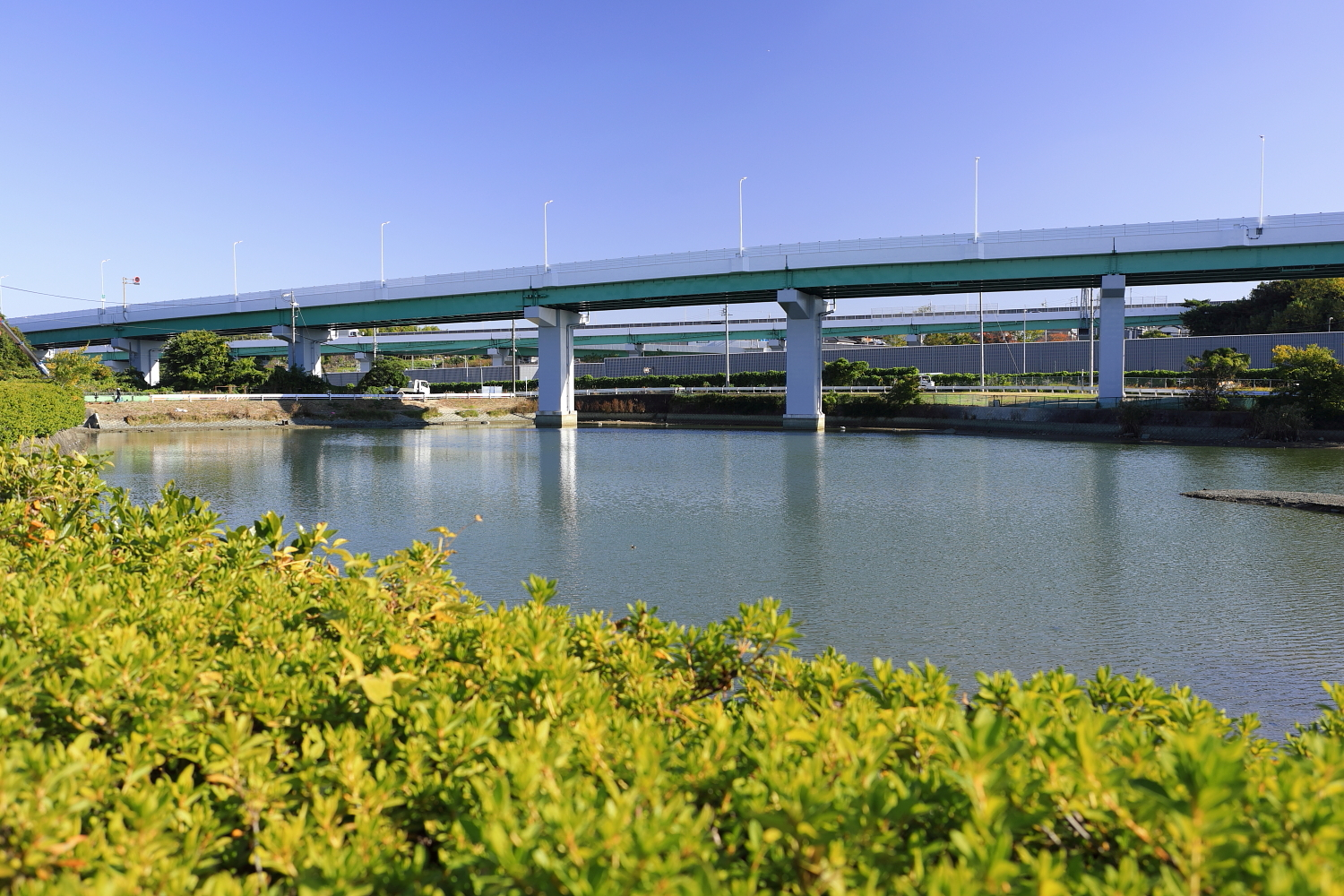
平野池 （2020年11月）

##### 二級水系山崎川
| 河川名     | よみ                 | 画像     | 次数    | 河川の 種類 | 市内における 管理者 | 主な経過地                         | 市内流路延長 (m) | 市内流路延長 (m) | 流域面積 (平方km) | 備考                                         |
| 河川名     | よみ                 | 画像     | 次数    | 河川の 種類 | 市内における 管理者 | 主な経過地                         | 左岸             | 右岸             | 流域面積 (平方km) | 備考                                         |
| ---------- | -------------------- | -------- | ------- | ----------- | ------------------- | ---------------------------------- | ---------------- | ---------------- | ----------------- | -------------------------------------------- |
| 山崎川     | やまざきがわ         |          | 本川    | 準用河川    | 名古屋市長          | 千種区、昭和区、瑞穂区、南区、港区 | 1,160            | 1,160            | 1.84              | 猫ケ洞池に端を発し、流下して名古屋港に注ぐ。 |
| 山崎川     | やまざきがわ         | 二級河川 | 本川    | 12,446      | 名古屋市長          | 千種区、昭和区、瑞穂区、南区、港区 | 12,446           | 26.6             |                   | 猫ケ洞池に端を発し、流下して名古屋港に注ぐ。 |
| 新池排水路 | しんいけはいすいろ   |          | 1次支川 | 普通河川    | 名古屋市長          | 千種区                             | 1,150            | 1,150            | 1.06              |                                              |
| 橋本排水路 | はしもとはいすいろ   |          | 2次支川 | 普通河川    | 名古屋市長          | 千種区                             | 1,092            | 1,092            | 0.27              |                                              |
| 楠元排水路 | くすもとはいすいろ   |          | 1次支川 | 普通河川    | 名古屋市長          | 千種区                             | 1,864            | 1,864            | 0.70              |                                              |
| 鏡池排水路 | かがみいけはいすいろ |          | 1次支川 | 普通河川    | 名古屋市長          | 千種区                             | 951              | 951              | 1.35              |                                              |
| 五軒家川   | ごけんやがわ         |          | 1次支川 | 準用河川    | 名古屋市長          | 昭和区                             | 1,040            | 1,040            | 2.00              |                                              |

山崎川水系のため池
- 猫ケ洞池（ねこがほらいけ） - 千種区平和公園。
- 鏡ケ池（かがみがいけ） - 千種区幸川町。名古屋大学構内にある。
- 隼人池（はやといけ） - 昭和区隼人町。隼人池公園内にある。
- 曽池（そいけ） - 南区呼続。呼続公園内にある。

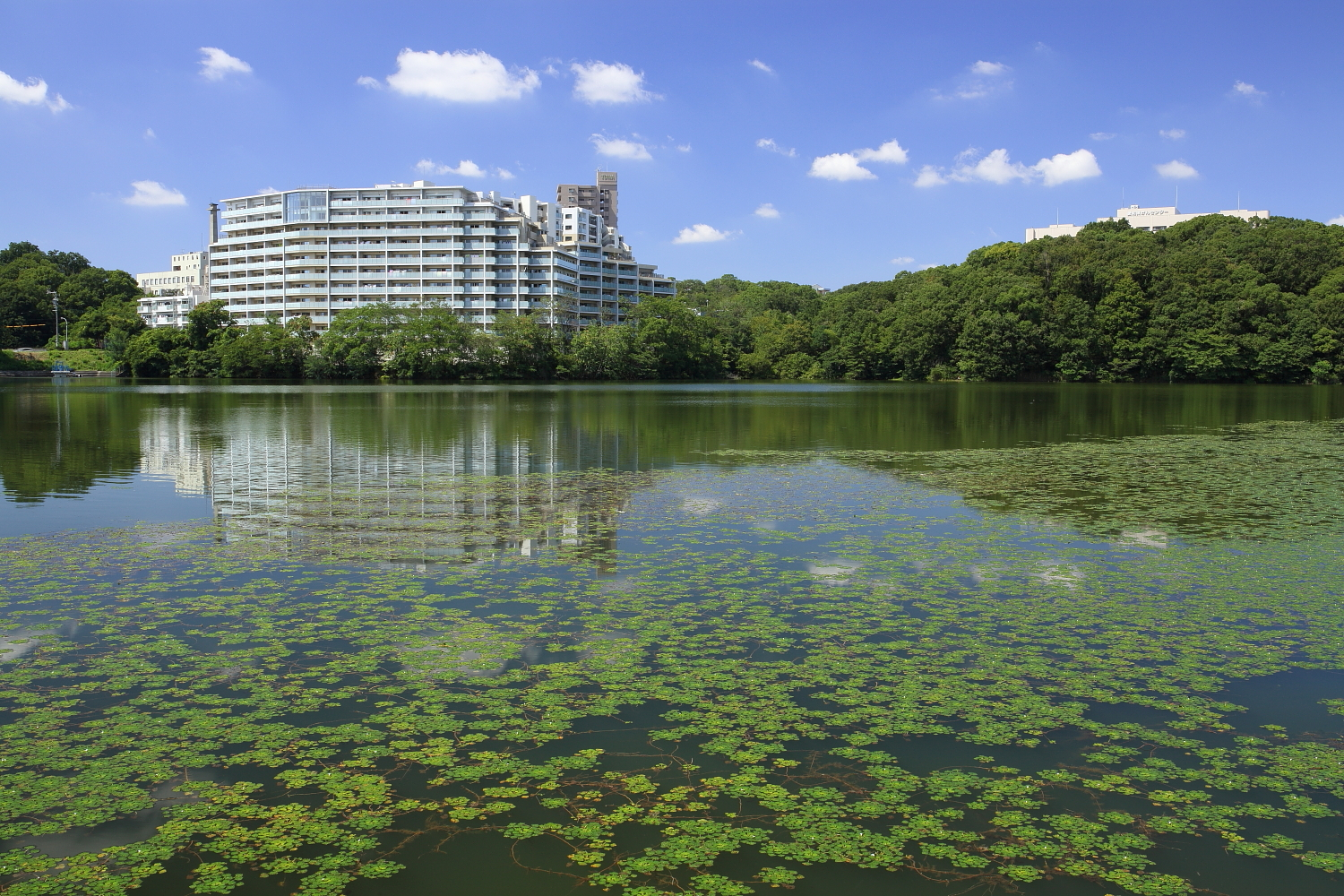
猫ケ洞池 （2014年9月）
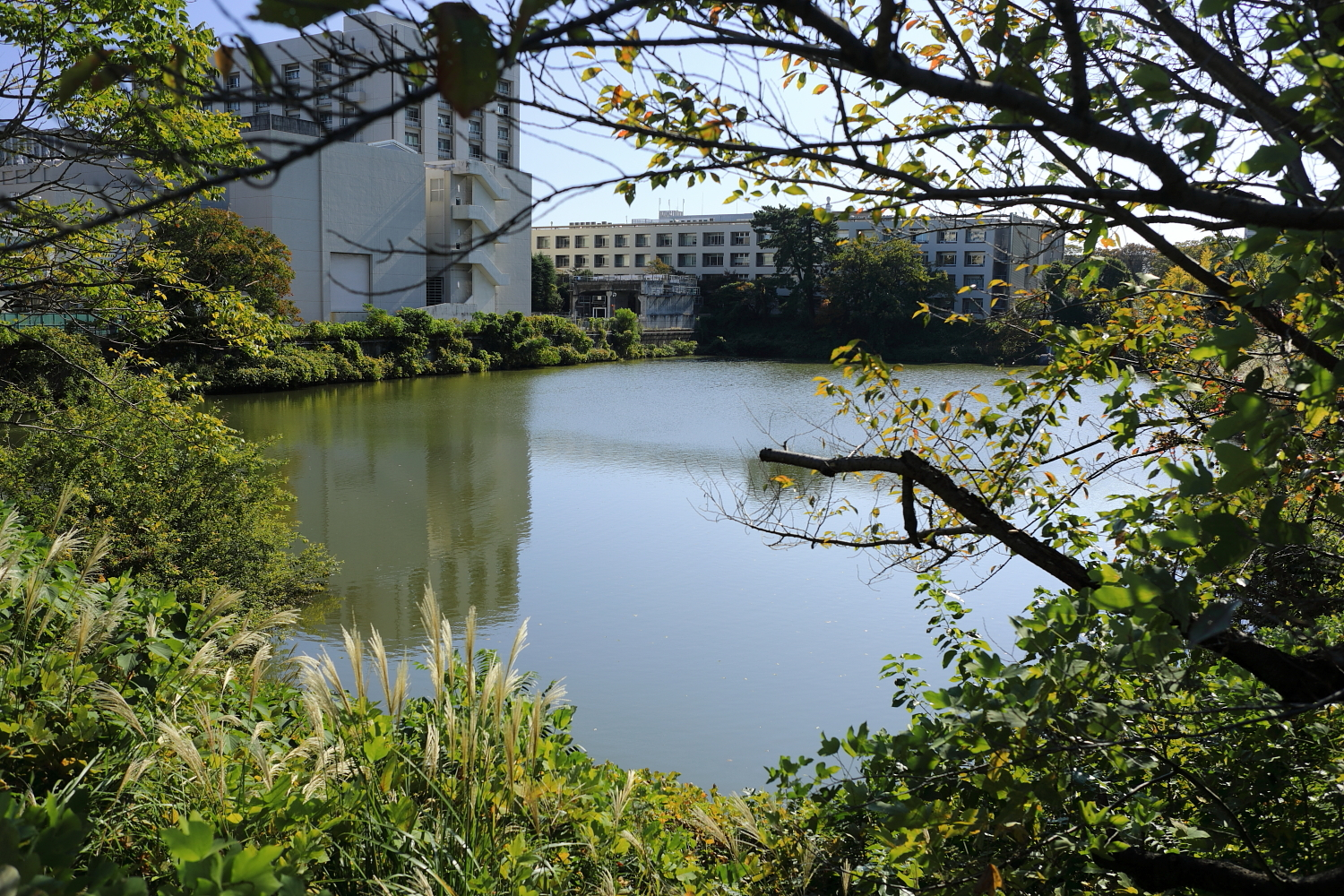
鏡池 （2021年11月）
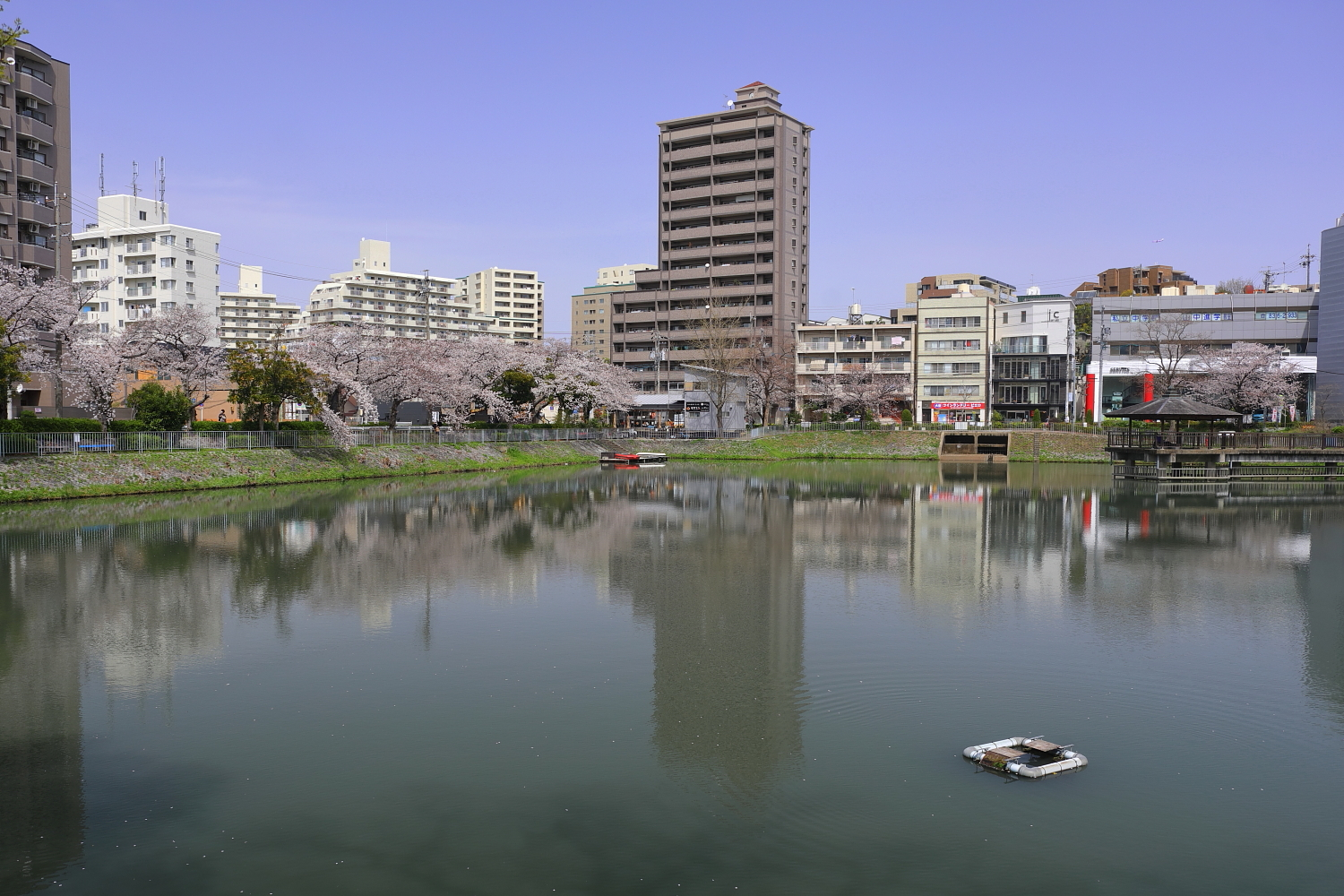
隼人池 （2021年3月）
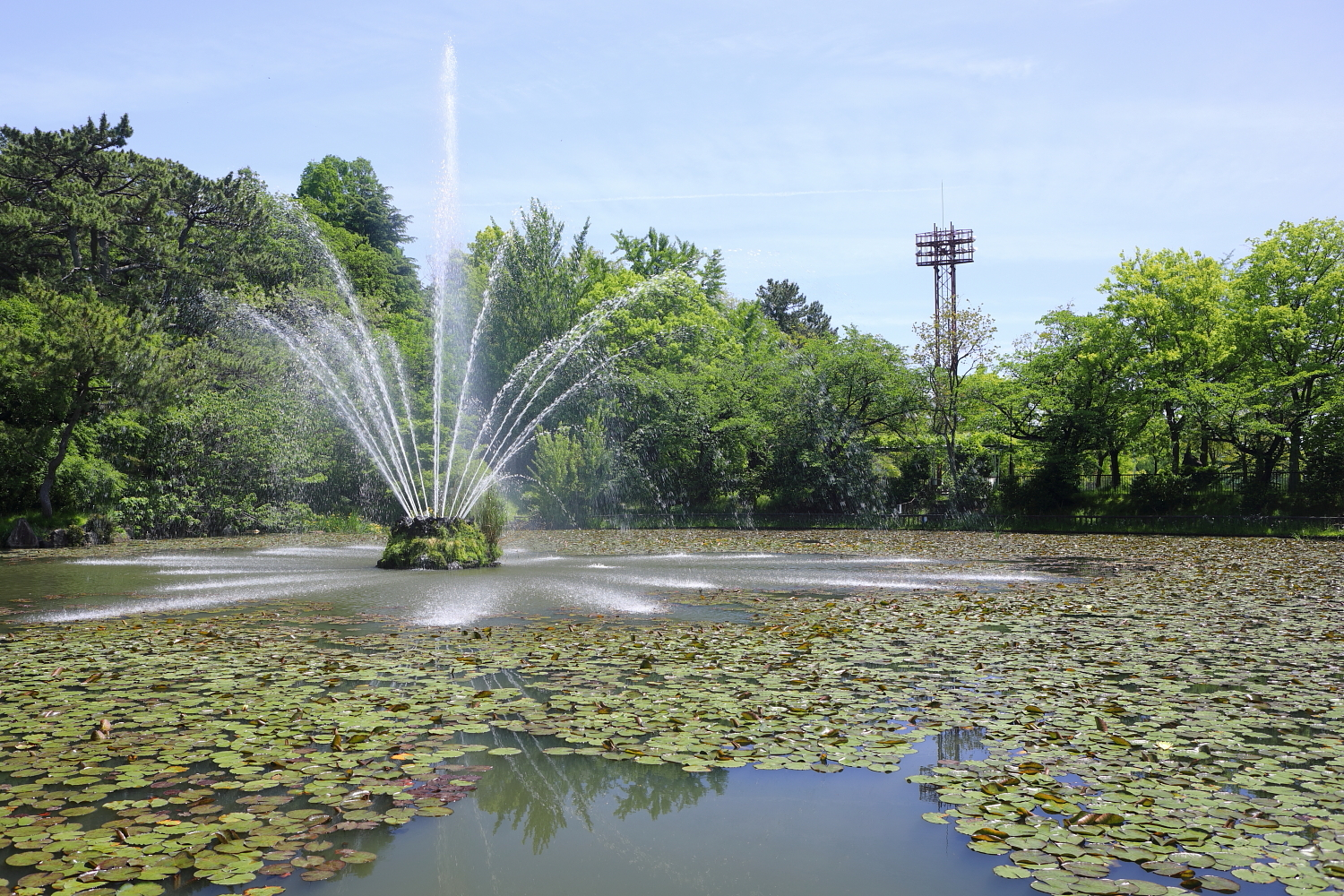
曽池 （2021年5月）

##### 二級水系日光川
| 河川名   | よみ           | 画像     | 次数    | 河川の 種類 | 市内における 管理者 | 主な経過地   | 市内流路延長 (m) | 市内流路延長 (m) | 流域面積 (平方km) | 備考                                                   |
| 河川名   | よみ           | 画像     | 次数    | 河川の 種類 | 市内における 管理者 | 主な経過地   | 左岸             | 右岸             | 流域面積 (平方km) | 備考                                                   |
| -------- | -------------- | -------- | ------- | ----------- | ------------------- | ------------ | ---------------- | ---------------- | ----------------- | ------------------------------------------------------ |
| 日光川   | にっこうがわ   |          | 本川    | 二級河川    | 愛知県知事          | 港区         | 6,360            | 0                | 299.0             |                                                        |
| 蟹江川   | かにえがわ     |          | 1次支川 | 二級河川    | 愛知県知事          | 港区         | 250              | 0                | 16.8              |                                                        |
| 福田川   | ふくたがわ     |          | 1次支川 | 二級河川    | 愛知県知事          | 中川区、港区 | 5,540            | 3,210            | 33.5              | 稲沢市小池付近に端を発し、流下して日光川に注ぐ。       |
| 戸田川   | とだがわ       |          | 1次支川 | 準用河川    | 名古屋市長          | 中川区・港区 | 1,944            | 1,944            | 2.01              | 中川区富田町内に端を発し、流下して日光川河口部に注ぐ。 |
| 戸田川   | とだがわ       | 二級河川 | 1次支川 | 7,150       | 名古屋市長          | 中川区・港区 | 7,150            | 11.8             |                   | 中川区富田町内に端を発し、流下して日光川河口部に注ぐ。 |
| 服部川   | はっとりがわ   |          | 2次支川 | 普通河川    | 名古屋市長          | 中川区       | 1,231            | 1,231            | 1.31              |                                                        |
| 新茶屋川 | しんちゃやがわ |          | 2次支川 | 普通河川    | 名古屋市長          | 港区         | 900              | 900              | 1.87              |                                                        |
| 東小川   | ひがしおがわ   |          | 1次支川 | 準用河川    | 名古屋市長          | 港区         | 680              | 680              | 4.02              |                                                        |

##### 二級水系大江川
| 河川名 | よみ       | 画像 | 次数 | 河川の 種類 | 市内における 管理者 | 主な経過地 | 市内流路延長 (m) | 市内流路延長 (m) | 流域面積 (平方km) | 備考 |
| 河川名 | よみ       | 画像 | 次数 | 河川の 種類 | 市内における 管理者 | 主な経過地 | 左岸             | 右岸             | 流域面積 (平方km) | 備考 |
| ------ | ---------- | ---- | ---- | ----------- | ------------------- | ---------- | ---------------- | ---------------- | ----------------- | --- |
| 大江川 | おおえがわ |      | 本川 | 普通河川    | 名古屋市長          | 南区       | 2,341            | 2,341            | 5.19              | 下八事下池（現天白区表山）を水源とする中井用水が流下して南区元塩町六丁目付近で大江川に注ぎ、西進して名古屋港に注ぐ。 |

##### 二級水系荒子川
| 河川名 | よみ       | 画像 | 次数 | 河川の 種類 | 市内における 管理者 | 主な経過地   | 市内流路延長 (m) | 市内流路延長 (m) | 流域面積 (平方km) | 備考                                                                             |
| 河川名 | よみ       | 画像 | 次数 | 河川の 種類 | 市内における 管理者 | 主な経過地   | 左岸             | 右岸             | 流域面積 (平方km) | 備考                                                                             |
| ------ | ---------- | ---- | ---- | ----------- | ------------------- | ------------ | ---------------- | ---------------- | ----------------- | -------------------------------------------------------------------------------- |
| 荒子川 | あらこがわ |      | 本川 | 普通河川    | 名古屋市長          | 中川区・港区 | 6,714            | 6,714            | 6.46              | 中川区岩塚町付近に端を発し、流下して荒子川ポンプ場に至り、名古屋港へ排水される。 |

##### その他の河川

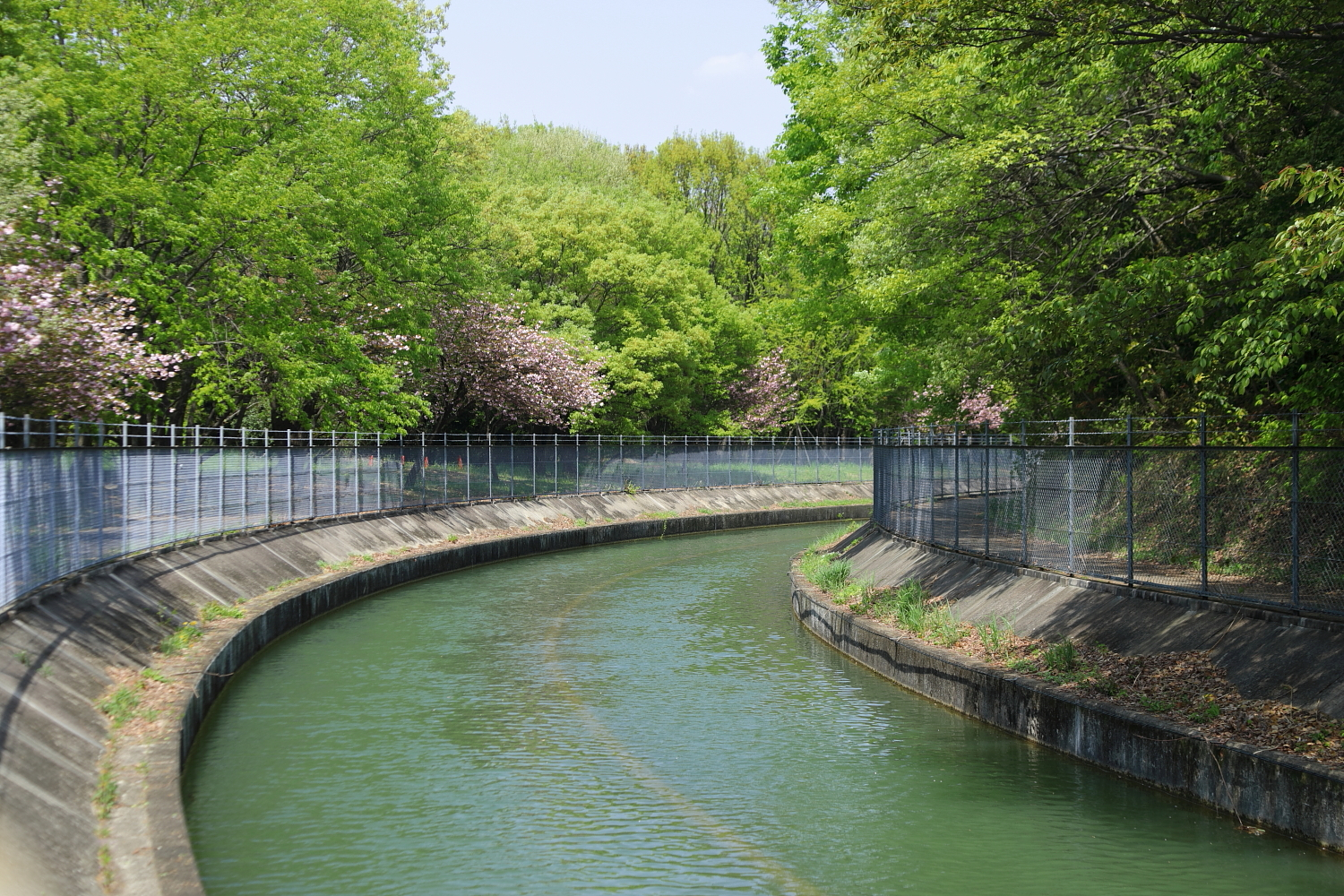
みどりが丘公園内を流れる愛知用水 （2023年4月）

中川運河
| 河川名   | よみ           | 画像 | 次数 | 河川の 種類 | 市内における 管理者 | 主な経過地   | 市内流路延長 (m) | 市内流路延長 (m) | 流域面積 (平方km) | 備考 |
| 河川名   | よみ           | 画像 | 次数 | 河川の 種類 | 市内における 管理者 | 主な経過地   | 左岸             | 右岸             | 流域面積 (平方km) | 備考 |
| -------- | -------------- | ---- | ---- | ----------- | ------------------- | ------------ | ---------------- | ---------------- | ----------------- | --- |
| 中川運河 | なかがわうんが |      |      |             | 名古屋港管理組合    | 中川区、港区 | 6,390            | 6,390            | 10.21             | 名古屋港からの海水、露橋水処理センターからの放流水、工場排水、降雨時の雨水などが流入し、ポンプ所を通じて堀川や名古屋港へ排水される。 |
| 北支線   |                |      |      |             | 名古屋港管理組合    | 中川区       | 730              | 730              |                   | |
| 東支線   |                |      |      |             | 名古屋港管理組合    | 港区         | 1,090            | 1,090            |                   | |

用水
- 愛知用水

- みどりが丘公園内を流れる愛知用水
（2023年4月）

#### 海岸
湾岸
- 伊勢湾

干潟
- 藤前干潟

#### 土地
平野
- 濃尾平野

台地
- 熱田台地
- 笠寺台地
- 御器所台地

低地
- 精進川低地

丘陵地
- 尾張丘陵（東山丘陵、八事丘陵）

### 気候
太平洋側気候に区分されるが、外洋から離れる伊勢湾の最奥部に面するため内陸性に近い気候となり、1日の寒暖差が大きい。夏は高温多湿で非常に蒸し暑く、平均湿度が70％を超える。2018年8月3日には、千種区（名古屋地方気象台）で観測史上最高となる40.3℃を記録している。冬は伊吹おろしという乾燥した冷たい風が吹くなど、太平洋側の特徴も見られる一方、三河地方に比べて晴天の日は少なく、強い冬型の気圧配置になると大雪に見舞われるなど日本海側のような特徴も見られる。これは若狭湾と伊勢湾を結ぶ線が短く、近距離で日本海へ通じており、野坂山地の標高が低く、伊吹山地と鈴鹿山脈が関ケ原で途切れるため、日本海側の気象の影響を受けやすいことによる。2005年12月19日には平成18年豪雪により、名古屋市で1947年2月3日以来、58年ぶりとなる23cmの積雪を記録。さらに、2014年12月18日にも23cmの積雪を記録した。ちなみに名古屋市の最も多い積雪量は、1945年12月19日に記録した49cmである。
| 名古屋市（名古屋地方気象台、標高51.1m）の気候               | 名古屋市（名古屋地方気象台、標高51.1m）の気候 | 名古屋市（名古屋地方気象台、標高51.1m）の気候 | 名古屋市（名古屋地方気象台、標高51.1m）の気候 | 名古屋市（名古屋地方気象台、標高51.1m）の気候 | 名古屋市（名古屋地方気象台、標高51.1m）の気候 | 名古屋市（名古屋地方気象台、標高51.1m）の気候 | 名古屋市（名古屋地方気象台、標高51.1m）の気候 | 名古屋市（名古屋地方気象台、標高51.1m）の気候 | 名古屋市（名古屋地方気象台、標高51.1m）の気候 | 名古屋市（名古屋地方気象台、標高51.1m）の気候 | 名古屋市（名古屋地方気象台、標高51.1m）の気候 | 名古屋市（名古屋地方気象台、標高51.1m）の気候 | 名古屋市（名古屋地方気象台、標高51.1m）の気候 |
| 月                                                          | 1月                                           | 2月                                           | 3月                                           | 4月                                           | 5月                                           | 6月                                           | 7月                                           | 8月                                           | 9月                                           | 10月                                          | 11月                                          | 12月                                          | 年                                            |
| ----------------------------------------------------------- | --------------------------------------------- | --------------------------------------------- | --------------------------------------------- | --------------------------------------------- | --------------------------------------------- | --------------------------------------------- | --------------------------------------------- | --------------------------------------------- | --------------------------------------------- | --------------------------------------------- | --------------------------------------------- | --------------------------------------------- | --------------------------------------------- |
| 最高気温記録 °C （°F）                                      | 21.0 (69.8)                                   | 23.5 (74.3)                                   | 25.8 (78.4)                                   | 30.5 (86.9)                                   | 34.8 (94.6)                                   | 37.9 (100.2)                                  | 39.6 (103.3)                                  | 40.3 (104.5)                                  | 38.0 (100.4)                                  | 32.7 (90.9)                                   | 27.2 (81)                                     | 22.6 (72.7)                                   | 40.3 (104.5)                                  |
| 平均最高気温 °C （°F）                                      | 9.3 (48.7)                                    | 10.5 (50.9)                                   | 14.5 (58.1)                                   | 20.1 (68.2)                                   | 24.6 (76.3)                                   | 27.6 (81.7)                                   | 31.4 (88.5)                                   | 33.2 (91.8)                                   | 29.1 (84.4)                                   | 23.3 (73.9)                                   | 17.3 (63.1)                                   | 11.7 (53.1)                                   | 21.1 (70)                                     |
| 日平均気温 °C （°F）                                        | 4.8 (40.6)                                    | 5.5 (41.9)                                    | 9.2 (48.6)                                    | 14.6 (58.3)                                   | 19.4 (66.9)                                   | 23.0 (73.4)                                   | 26.9 (80.4)                                   | 28.2 (82.8)                                   | 24.5 (76.1)                                   | 18.6 (65.5)                                   | 12.6 (54.7)                                   | 7.2 (45)                                      | 16.2 (61.2)                                   |
| 平均最低気温 °C （°F）                                      | 1.1 (34)                                      | 1.4 (34.5)                                    | 4.6 (40.3)                                    | 9.7 (49.5)                                    | 14.9 (58.8)                                   | 19.4 (66.9)                                   | 23.5 (74.3)                                   | 24.7 (76.5)                                   | 21.0 (69.8)                                   | 14.8 (58.6)                                   | 8.6 (47.5)                                    | 3.4 (38.1)                                    | 12.3 (54.1)                                   |
| 最低気温記録 °C （°F）                                      | −10.3 (13.5)                                  | −9.5 (14.9)                                   | −6.8 (19.8)                                   | −2.1 (28.2)                                   | 2.8 (37)                                      | 8.2 (46.8)                                    | 14.0 (57.2)                                   | 14.4 (57.9)                                   | 9.5 (49.1)                                    | 1.5 (34.7)                                    | −2.7 (27.1)                                   | −7.2 (19)                                     | −10.3 (13.5)                                  |
| 降水量 mm （inch）                                          | 50.8 (2)                                      | 64.7 (2.547)                                  | 116.2 (4.575)                                 | 127.5 (5.02)                                  | 150.3 (5.917)                                 | 186.5 (7.343)                                 | 211.4 (8.323)                                 | 139.5 (5.492)                                 | 231.6 (9.118)                                 | 164.7 (6.484)                                 | 79.1 (3.114)                                  | 56.6 (2.228)                                  | 1,578.9 (62.161)                              |
| 降雪量 cm （inch）                                          | 4 (1.6)                                       | 5 (2)                                         | 0 (0)                                         | 0 (0)                                         | 0 (0)                                         | 0 (0)                                         | 0 (0)                                         | 0 (0)                                         | 0 (0)                                         | 0 (0)                                         | 0 (0)                                         | 3 (1.2)                                       | 12 (4.7)                                      |
| 平均降水日数 （≥0.5mm）                                     | 6.3                                           | 7.2                                           | 9.8                                           | 10.4                                          | 10.7                                          | 12.7                                          | 13.0                                          | 9.4                                           | 11.9                                          | 10                                            | 7.0                                           | 7.5                                           | 115.9                                         |
| 平均降雪日数 （≥0cm）                                       | 5.4                                           | 4.8                                           | 1.7                                           | 0                                             | 0                                             | 0                                             | 0                                             | 0                                             | 0                                             | 0                                             | 0                                             | 2.8                                           | 14.7                                          |
| % 湿度                                                      | 64                                            | 60                                            | 58                                            | 59                                            | 64                                            | 71                                            | 73                                            | 69                                            | 70                                            | 68                                            | 66                                            | 66                                            | 66                                            |
| 平均月間日照時間                                            | 174.5                                         | 175.5                                         | 199.7                                         | 200.2                                         | 205.5                                         | 151.8                                         | 166.0                                         | 201.3                                         | 159.6                                         | 168.9                                         | 167.1                                         | 170.3                                         | 2,141                                         |
| 出典：気象庁（平均値：1991年 - 2020年、極値：1890年 - 現在) |                                               |                                               |                                               |                                               |                                               |                                               |                                               |                                               |                                               |                                               |                                               |                                               |                                               |

### 人口
住民基本台帳による人口動態では、名古屋市の人口は令和2年（2020年）を境に減少に転じた。2021年の人口移動報告によると名古屋市への転入超過は1302人で、比較可能な14年以降で最少であった。男性人口に限ると大都市であるにもかかわらず転出超過に陥っている。とりわけ東京志向を背景に関東地方への転出超過が著しく、さらに新型コロナウイルスの流行により郊外志向が強まったことや、外国人労働者が入国できない状況が続いたことが人口減少の要因として挙げられている。
| |                                          |  |
| 名古屋市と全国の年齢別人口分布（2005年） | 名古屋市の年齢・男女別人口分布（2005年） |  |
| ■紫色 ― 名古屋市 ■緑色 ― 日本全国 | ■青色 ― 男性 ■赤色 ― 女性                |  |
| 名古屋市（に相当する地域）の人口の推移 \| 1970年（昭和45年） \| 2,036,053人 \| \| \| 1975年（昭和50年） \| 2,079,740人 \| \| \| 1980年（昭和55年） \| 2,087,902人 \| \| \| 1985年（昭和60年） \| 2,116,381人 \| \| \| 1990年（平成2年） \| 2,154,793人 \| \| \| 1995年（平成7年） \| 2,152,184人 \| \| \| 2000年（平成12年） \| 2,171,557人 \| \| \| 2005年（平成17年） \| 2,215,062人 \| \| \| 2010年（平成22年） \| 2,263,894人 \| \| \| 2015年（平成27年） \| 2,295,638人 \| \| \| 2020年（令和2年） \| 2,332,176人 \| \| |                                          |  |
| 総務省統計局 国勢調査より |                                          |  |
| 1970年（昭和45年） | 2,036,053人                              |  |
| 1975年（昭和50年） | 2,079,740人                              |  |
| 1980年（昭和55年） | 2,087,902人                              |  |
| 1985年（昭和60年） | 2,116,381人                              |  |
| 1990年（平成2年） | 2,154,793人                              |  |
| 1995年（平成7年） | 2,152,184人                              |  |
| 2000年（平成12年） | 2,171,557人                              |  |
| 2005年（平成17年） | 2,215,062人                              |  |
| 2010年（平成22年） | 2,263,894人                              |  |
| 2015年（平成27年） | 2,295,638人                              |  |
| 2020年（令和2年） | 2,332,176人                              |  |

## 地域

名古屋市区割図
（2022年6月現在）

### 行政区
名古屋市は以下の16区で構成されている。
| コード  | 区名   | 設置日                    | 設置理由               | 人口 （人） | 面積 (km2) | 人口密度 （人/km2） | 区の花       | 区の木             |
| ------- | ------ | ------------------------- | ---------------------- | ----------- | ---------- | ------------------- | ------------ | ------------------ |
| 23101-1 | 千種区 | 1937年（昭和12年）10月1日 | 東区から分区           | 165,458     | 18.18      | 9,101               | アジサイ     | ハナミズキ         |
| 23102-9 | 東区   | 1908年（明治41年）4月1日  | 区制施行時に設置       | 89,135      | 7.71       | 11,561              | ボタン       | モクレン           |
| 23103-7 | 北区   | 1944年（昭和19年）2月11日 | 東区と西区から分区     | 160,971     | 17.53      | 9,183               | コスモス     | サクラ             |
| 23104-5 | 西区   | 1908年（明治41年）4月1日  | 区制施行時に設置       | 152,352     | 17.93      | 8,497               | サクラソウ   | ヤナギ             |
| 23105-3 | 中村区 | 1937年（昭和12年）10月1日 | 中区と西区から分区     | 143,479     | 16.30      | 8,802               | スイセン     | サツキ             |
| 23106-1 | 中区   | 1908年（明治41年）4月1日  | 区制施行時に設置       | 105,927     | 9.38       | 11,293              | パンジー     | イチョウ           |
| 23107-0 | 昭和区 | 1937年（昭和12年）10月1日 | 中区と南区から分区     | 108,863     | 10.94      | 9,951               | ハナショウブ | ハナミズキ         |
| 23108-8 | 瑞穂区 | 1944年（昭和19年）2月11日 | 昭和区と熱田区から分区 | 108,387     | 11.22      | 9,660               | サクラ       | サクラ             |
| 23109-6 | 熱田区 | 1937年（昭和12年）10月1日 | 南区から分区           | 67,488      | 8.20       | 8,230               | ハナショウブ | クロガネモチ       |
| 23110-0 | 中川区 | 1937年（昭和12年）10月1日 | 中区と南区から分区     | 216,823     | 32.02      | 6,771               | ハボタン     | クロマツ           |
| 23111-8 | 港区   | 1937年（昭和12年）10月1日 | 南区から分区           | 139,505     | 45.64      | 3,057               | ハイビスカス | クスノキ・サザンカ |
| 23112-6 | 南区   | 1908年（明治41年）4月1日  | 区制施行時に設置       | 130,167     | 18.46      | 7,051               | ヒマワリ     | クスノキ           |
| 23113-4 | 守山区 | 1963年（昭和38年）2月15日 | 守山市を編入して設置   | 175,941     | 34.01      | 5,173               | キキョウ     | ドングリ           |
| 23114-2 | 緑区   | 1963年（昭和38年）4月1日  | 鳴海町を編入して設置   | 247,909     | 37.91      | 6,539               | ミヤコワスレ | カエデ             |
| 23115-1 | 名東区 | 1975年（昭和50年）2月1日  | 千種区から分区         | 161,773     | 19.45      | 8,317               | ナデシコ     | ケヤキ             |
| 23116-9 | 天白区 | 1975年（昭和50年）2月1日  | 昭和区から分区         | 162,269     | 21.58      | 7,519               | マーガレット | キンモクセイ       |

市域と区の変遷
- 1878年(明治11年)12月20日 - 郡区町村編制法の愛知県での施行により、名古屋城下の区域をもって名古屋区が発足。
- 1880年(明治13年)11月 - 西春日井郡大曽根町･坂上町･森下町･新出来町･八軒屋町･古出来町を編入。
- 1889年(明治22年)10月1日 - 町村制の施行により名古屋市が発足。
- 1896年(明治29年)3月25日 - 御器所村の一部(大字前津小林)を編入。
- 1898年（明治31年）8月22日 - 愛知郡那古野村、古沢村の一部(大字東古渡)を編入。
- 1907年（明治40年）
  - 6月1日 - 愛知郡熱田町を編入。これにより隣町であった東海道の宿場町「宮宿」を吸収し、市域が倍増。
  - 7月16日 - 愛知郡小碓村の一部(熱田新田東組･千年･稲永新田及び熱田前新田の一部(字六番東悪水･伊藤分･九番遠若組･十六番内字中川西及び字十二番の間の溝渠堤･十四番･十三番を除く地域))を編入。
- 1908年（明治41年）4月1日 - 区制を実施し、中区、東区、西区、南区を新設。
- 1909年(明治42年)10月1日 - 愛知郡千種町の一部(字狐塚･池の内･北裏･五反田･西境･下古井･塚越･西塚･北畑･松軒･赤萩･瓦前･豊前の内、中央本線の西側)を編入。
- 1921年（大正10年）8月22日 - 愛知郡呼続町、愛知町、千種町、八幡村、小碓村、笠寺村、荒子村、中村、常磐村、東山村、御器所村、西春日井郡枇杷島町、清水町、杉村、六郷村、金城村を編入。隣接町村のすべてを編入したことにより、市域が倍増。
- 1928年（昭和3年）3月3日 - 愛知郡天白村の一部（八事の一部）を編入。
- 1930年（昭和5年）6月15日 - 西春日井郡庄内町の一部を編入。
- 1931年（昭和6年）7月15日 - 愛知郡下之一色町の一部を編入。
- 1937年（昭和12年）
  - 3月1日 - 西春日井郡庄内町全域、愛知郡下之一色町全域、西春日井郡萩野村を編入。
  - 10月1日 - 東区から千種区、中区・西区から中村区、中区・南区から昭和区・中川区、南区から熱田区・港区がそれぞれ分区。
- 1944年（昭和19年）2月11日 - 東区・西区から北区、中区・東区・西区から栄区、昭和区・熱田区から瑞穂区がそれぞれ分区。
- 1945年（昭和20年）11月3日 - 栄区が中区に吸収される。
- 1955年（昭和30年）
  - 4月5日 - 愛知郡猪高村・天白村を編入し、それぞれ千種区・昭和区の一部となる。
  - 10月1日 - 海部郡南陽町・富田町、西春日井郡山田村・楠村を編入し、それぞれ港区・中川区・西区・北区の一部となる。
- 1963年（昭和38年）
  - 2月15日 - 守山市を編入し、守山区を新設。
  - 4月1日 - 愛知郡鳴海町を編入し、緑区を新設。
- 1964年（昭和39年）12月1日 - 知多郡大高町・有松町を編入し、緑区の一部となる。
- 1975年（昭和50年）2月1日 - 千種区・昭和区から名東区、昭和区から天白区がそれぞれ分区。
- 1995年（平成7年）9月1日 - 日進市との境界を変更。

### 隣接自治体
- 市境界未定部分のひとつである勅使池北岸付近。

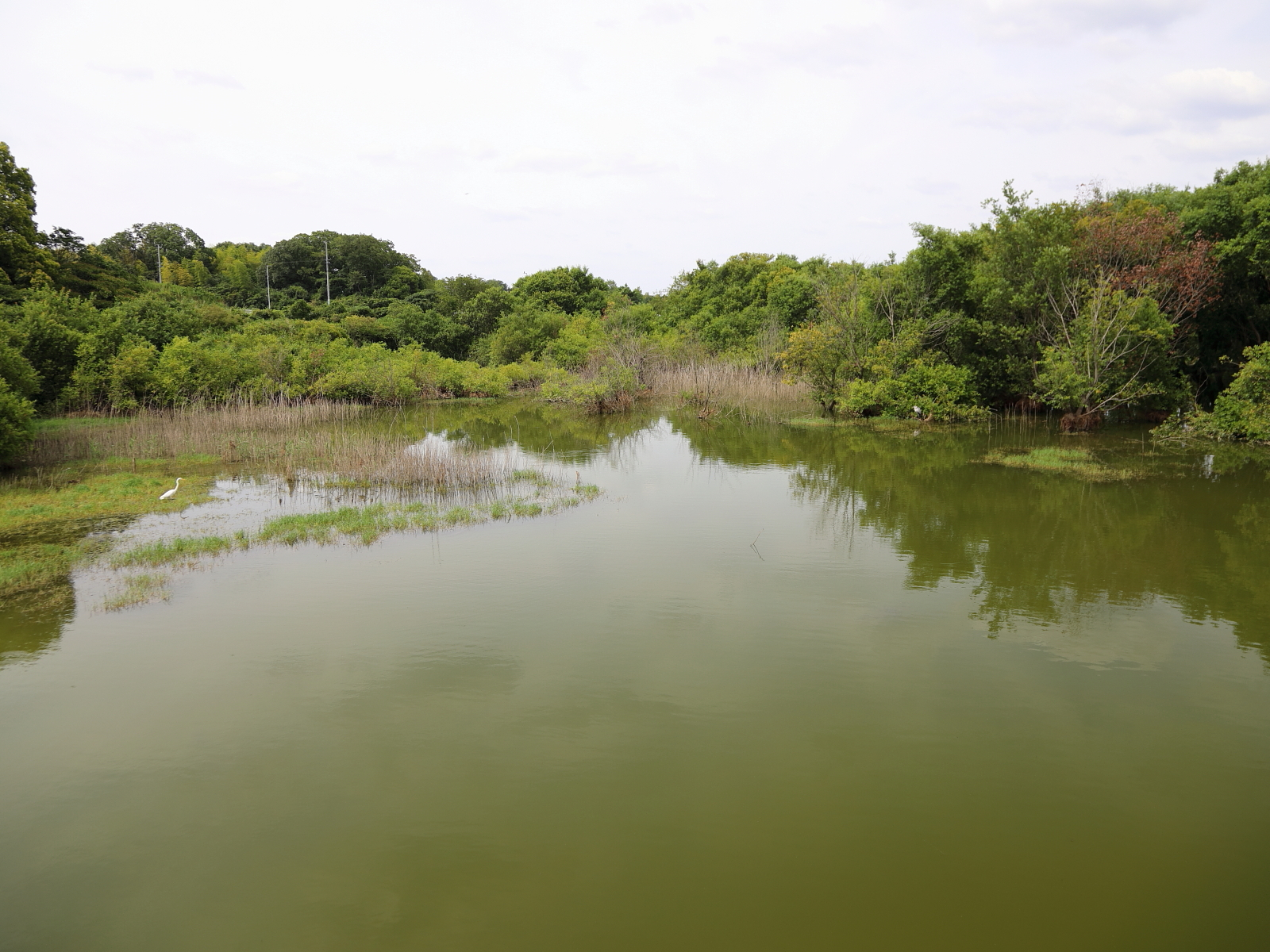
市境界未定部分のひとつである勅使池北岸付近。
（2018年（平成30年）8月）

（2018年（平成30年）8月） 名古屋市は市内の区の数と同じ[独自研究?]、16の市町村（11市4町1村）と隣接しており、日本一隣接する市町村が多い自治体となっている[要出典]。
 愛知県

 春日井市
 瀬戸市
 東海市
 日進市
 大府市
 あま市
 尾張旭市
 北名古屋市
 豊明市
 清須市
 長久手市
 愛知郡：東郷町
 西春日井郡：豊山町
 海部郡：大治町
 海部郡：蟹江町
 海部郡：飛島村
- 境界未定地
  - 勅使池北岸付近（北緯35度5分9.94秒 東経137度0分51.35秒 / 北緯35.0860944度 東経137.0142639度）[注釈 5] -  名古屋市緑区鳴海町字笹塚あるいは豊明市沓掛町字勅使・字葭廻間に相当する。
  - 猪高緑地南端付近（北緯35度9分24.41秒 東経137度1分35.19秒 / 北緯35.1567806度 東経137.0264417度）[注釈 6] -  名古屋市名東区猪高町大字高針字勢子坊あるいは長久手市丁子田に相当する。

- 参考
  - 港区天目町の日光川を挟んだ対岸は弥富市海屋であるが、川の水面に蟹江町の区域があるため、厳密には隣接していない。

## 歴史
| 大曲輪貝塚 |  | 朝日遺跡の出土品 |
| 大曲輪貝塚 |  | 朝日遺跡の出土品 |

| 熱田神宮 |  | 日本武尊と宮簀媛 |
| 熱田神宮 |  | 日本武尊と宮簀媛 |

| 断夫山古墳 |  | 志段味大塚古墳 |
| 断夫山古墳 |  | 志段味大塚古墳 |

### 先史
縄文時代
- 大曲輪貝塚や下内田貝塚など、縄文時代前期・晩期を中心とする集落の遺跡が、瑞穂区で発見されたことにより、当時の海岸線が現在の御器所台地などの台地や丘陵の縁に当たる場所まで入り込んでいたことが示された。

弥生時代
- 弥生時代前期の遺跡が市北部の西区から清須市にかけて、西志賀遺跡や朝日遺跡などの大規模環濠集落の跡が発見された。また、熱田台地にある熱田区の高蔵遺跡や笠寺台地にある南区の見晴台遺跡など、台地や丘陵地にも大規模な集落跡が発見されている。
- 天火明命を祖神とする尾張氏が本拠を置いた。尾張氏は、高倉下や天村雲命など古来より天皇家との繋がりが深く、婚姻関係による女系の系譜で近畿のヤマト王権の天皇家と深く結びつくことによって強大な勢力を築いた。

### 古代
古墳時代
- 景行天皇の時代 - 尾張国造の乎止与命の子である建稲種命が日本武尊の東征の際、副将軍となる。建稲種命の妹である宮簀媛は日本武尊の妻となって出雲発祥の三種の神器のひとつ草薙剣（天叢雲剣）を預かり、熱田神宮を建ててこの剣を祀った。当時の海岸線は現在より内陸寄りで、鳥居前町の熱田は港として長く栄える。
- 4世紀ごろから6世紀ごろまで、志段味古墳群の白鳥塚古墳や尾張戸神社古墳など造営される。6世紀ごろになると、断夫山古墳や白鳥古墳などの大規模前方後円墳が造営される。古墳の造営は、4世紀から7世紀ごろまで続いたが、年代が古い前方後円墳は、前方部の幅が狭く細長いものが多いが、年代が新しくなるにつれて、徐々に幅が広くなっていることが特徴である。
- 古墳時代に渡来人によってもたらされたとされる陶器生産技術で、須恵器の造営が市東部の東山古窯跡群で生産され、尾張地方における窯業の産業基盤となる。

飛鳥時代
- 天武天皇元年（672年） - 壬申の乱のとき、尾張大隅は大海人皇子（天武天皇）に私宅を提供した功により、尾張宿禰姓を与えられる。子の稲置からは熱田大宮司家と称するようになる。

### 中世
平安時代

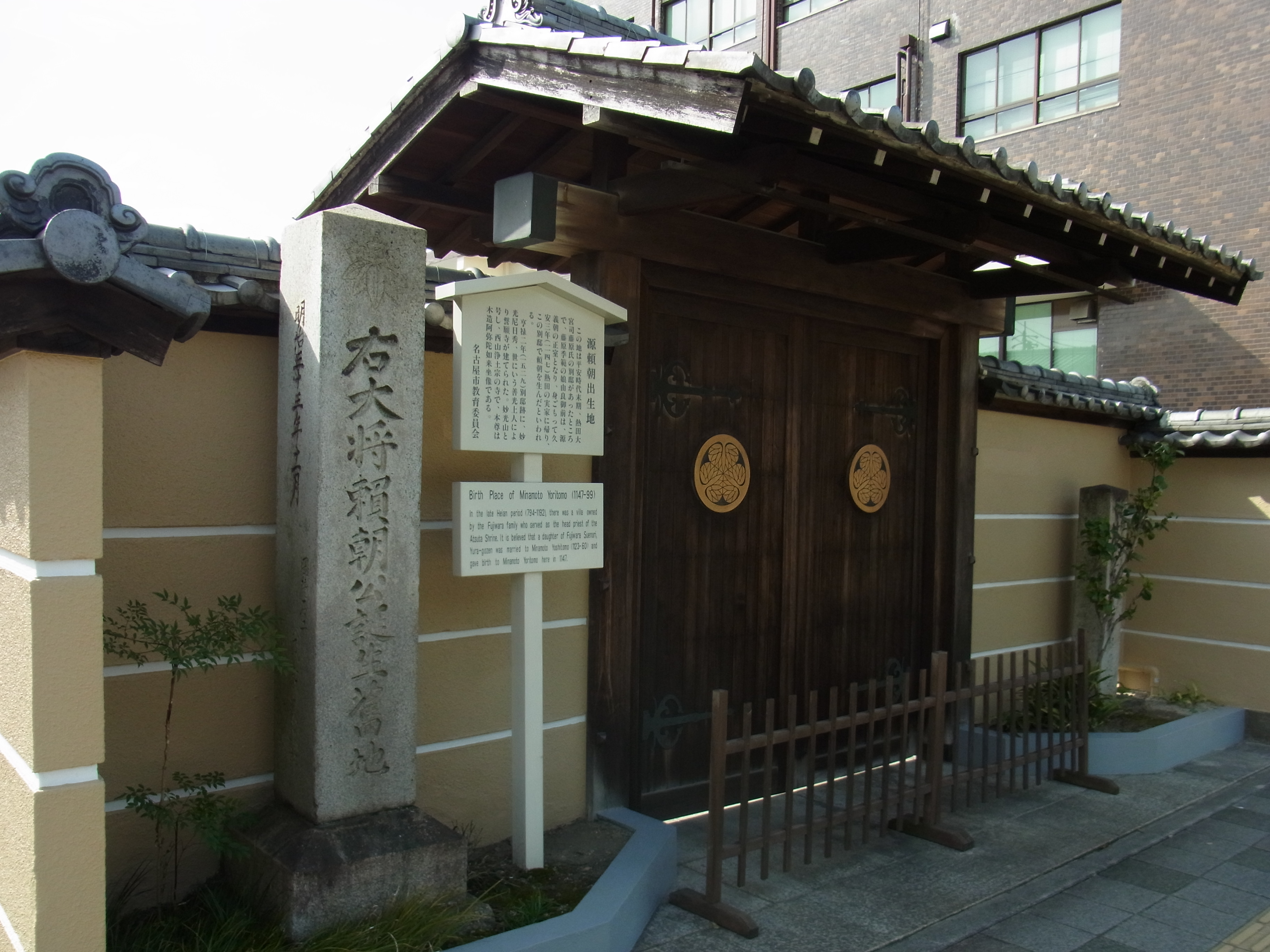
源頼朝の生誕地とされる熱田神宮大宮司藤原氏の別邸跡（誓願寺）

- 久安3年（1147年）- のちに鎌倉幕府を開く源頼朝が現在の熱田区誓願寺で誕生。なお頼朝の母は、熱田大宮司であった藤原季範の娘の由良御前である。
- 治承3年（1179年）- 平清盛が起こした治承三年の政変により、当時の太政大臣であり琵琶の名手であった妙音院藤原師長が井戸田荘（瑞穂区）へ流刑となり生活していた（藤原師長謫居跡）。

その名残が「妙音通」などの地名に残っている。また、当時師長を慕っていた井戸田荘里長の娘が見送った場所で「白菊の琵琶」を贈ったことに由来する伝説が「枇杷島」の地名として残っている。
その他、闇之森八幡社社伝によると、保元の乱で破れた源為朝が伊豆大島に流罪となるが、流刑先の島で出来た子とされる尾頭次郎義次が尾張国愛知郡古渡へ来たとされる。義次は土御門天皇の命により当時紀伊国で暴れていた鬼党を討伐し、古渡一帯の領地を賦与され、「尾頭町」「尾頭橋」などの地名が残っている。またその際に朝廷から「鬼頭氏」の姓も与えられた。
鎌倉時代
- 御家人が鎌倉へ向かう道として鎌倉街道が整備され、萱津（あま市）から入り、稲葉地（中村区）、古渡（中区）、井戸田（瑞穂区・上野街道）、鳴海（緑区）が経由地だった。当時の鎌倉街道は井戸田を境に東方面は、潮の満引きによって行程が左右されていた。

室町時代
- 室町時代は、三管領家の斯波氏が尾張守護を務めた。守護代やその下の奉行として台頭したのが織田氏である。

戦国時代

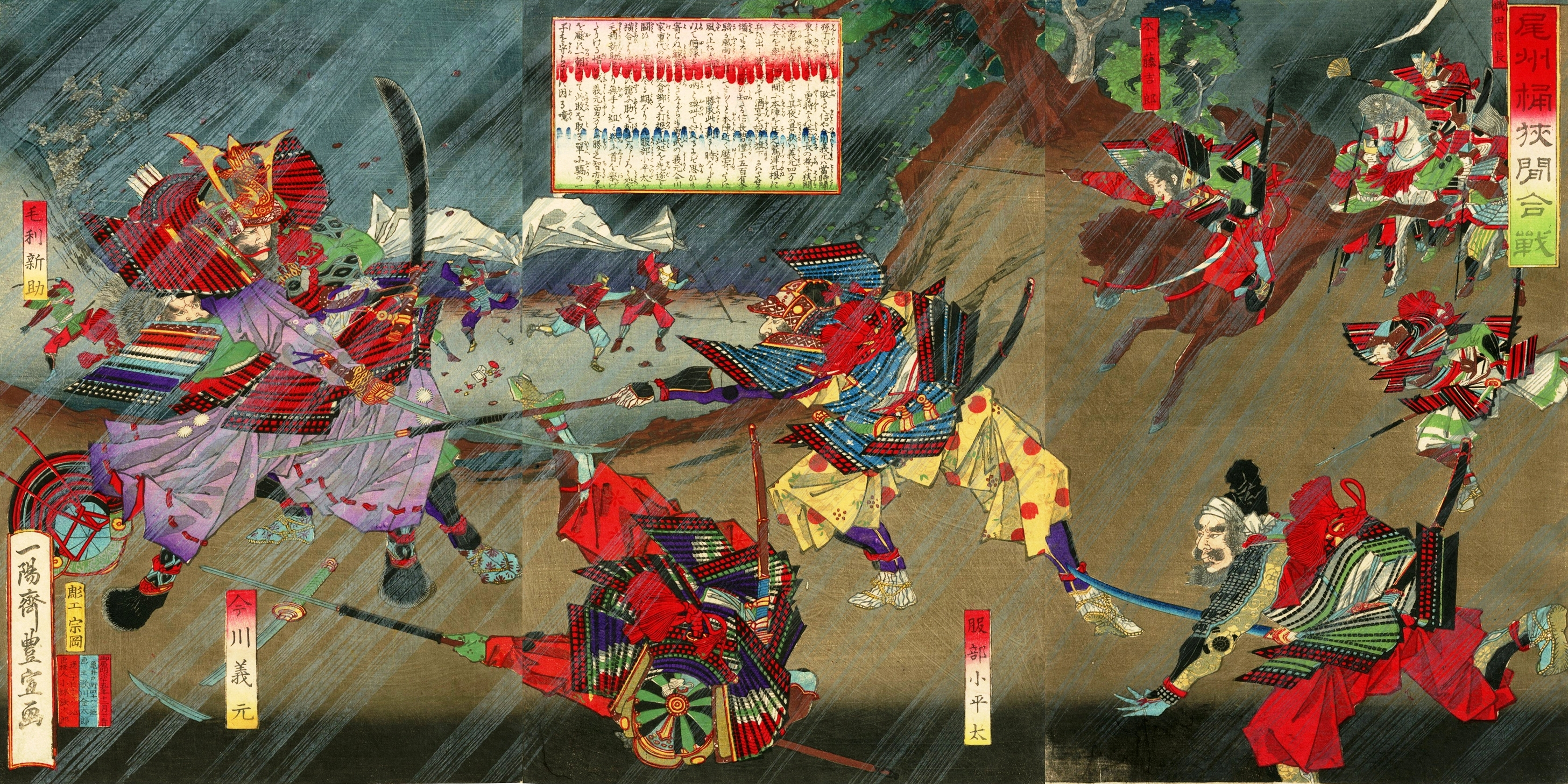
桶狭間の戦い

- 16世紀 - 織田信長は現在の愛西市で誕生し、ほどなくして中区の那古野城の城主となる。豊臣秀吉は中村区で誕生（その他にも中区でお市の方、中村区で豊臣秀長や加藤清正、名東区で柴田勝家、西区で佐々成政や丹羽長秀、南区で佐久間信盛、中川区で前田利家、緑区で豊臣秀次らも誕生している）。
- 永禄3年（1560年） - 織田信長が桶狭間の戦いで今川義元を討ち取り、頭角を現す。
- 慶長6年（1601年） - 宮宿が東海道五十三次の宿場となり、西隣の桑名までは「七里の渡し」として海上で連絡する。

### 近世
| 豊国神社 |  | 大須観音 |
| 豊国神社 |  | 大須観音 |

| 名古屋城 |  | 東海道鳴海宿有松町の町並み |
| 名古屋城 |  | 東海道鳴海宿有松町の町並み |

江戸時代
- 慶長15年（1610年） - 徳川家康が名古屋城を築城。御三家の尾張藩を立てる。
- 慶長17年（1612年） - 清洲越しにより、清洲から町を移転。
- 元和2年（1616年） - 尾張藩初代藩主である徳川義直が尾張に入国する。
- 元和4年（1618年） - 徳川家康の三回忌で東照宮祭（名古屋祭）が始まる[25]。
- 正保4年（1647年） - 熱田新田開拓着工。
- 慶安3年（1650年） - 第2代尾張藩主に徳川光友が就く。
- 慶安4年（1651年） - 徳川光友が父である徳川義直の菩提を弔うために建中寺を建立し、尾張徳川家の菩提寺とする。
- 万治3年（1660年） - 万治の大火により3,000近い民家が焼失し、これを機に広小路を開く。
- 寛文5年（1665年） - 尾張藩に寺社奉行設置される。
- 元禄元年（1688年） - 八事山興正寺建立。
- 元禄8年（1695年） - 大曽根別邸（現在の徳川園）を建造し、光友の隠居所となる。
- 正徳3年（1713年） - 第6代尾張藩主に徳川継友が就く。
- 享保15年（1730年） - 第7代尾張藩主に徳川宗春が就き、名古屋の商業都市化を推進。
- 享保17年（1732年） - 遊廓が許可され西小路などに郭ができる（4年で廃止）。
- 享保20年（1735年） - 御下屋敷御薬園で朝鮮人参、甲州甘草の栽培始まる。
- 元文4年（1739年） - 宗春が蟄居を命じられ、第8代尾張藩主に徳川宗勝が就き、7年間の倹約令が出る。
- 宝暦11年（1761年） - 第9代尾張藩主に徳川宗睦が就く。
- 明和7年（1770年） - 呉服町から出火し大火となる。
- 天明3年（1783年） - 尾張藩藩校明倫堂（愛知県立明和高等学校の前身）開校。
- 寛政4年（1792年） - 尾張藩、米切手発行。
- 寛政12年（1800年） - 第10代尾張藩主に徳川斉朝が就く。
- 享和元年（1801年）- 熱田前新田完成。
- 文政10年（1827年） - 第11代尾張藩主に徳川斉温が就く。
- 天保10年（1839年） - 第12代尾張藩主に徳川斉荘が就く。
- 天保13年（1842年） - 天保の改革により尾張藩でも株仲間が解散となり、国産会所が設置される。
- 弘化2年（1845年） - 第13代尾張藩主に徳川慶臧が就く。
- 嘉永2年（1849年） - 第14代尾張藩主に徳川慶勝が就き、のちに新政府側に組することで江戸幕府を終焉に導く。
- 嘉永7年（1854年） - 安政東海地震に見舞われる。
- 安政2年（1855年） - 暴風雨のため新田堤防が決壊し、大被害となる[26]。
- 安政5年（1858年） - 第15代尾張藩主に徳川茂徳が就く。
- 文久2年（1862年） - 第16代尾張藩主に徳川義宜が就く。
- 慶応3年（1867年） - ええじゃないかが名古屋でも起こる[27]。

### 近代
| 旧名古屋控訴院地方裁判所区裁判所庁舎 |  | 昭和塾堂 |
| 旧名古屋控訴院地方裁判所区裁判所庁舎 |  | 昭和塾堂 |

| トヨタ産業技術記念館 |  | ノリタケの森 |
| トヨタ産業技術記念館 |  | ノリタケの森 |

| 文化のみち二葉館 |  | 文化のみち橦木館 |
| 文化のみち二葉館 |  | 文化のみち橦木館 |

明治時代
- 明治2年（1869年）6月20日 - 尾張藩が名古屋藩に改称。
- 明治4年7月14日（1871年8月29日） - 廃藩置県により、名古屋藩が名古屋県（翌年愛知県に改称）になる。県庁は名古屋城内に置かれ、県庁所在地になる。
  - 愛知県初の博覧会である博覧小会を総見寺にて開催[28][29]。
  - 名古屋郵便役所（のちの名古屋郵便局）が鉄砲町に開設[30]。
- 明治5年11月27日（1872年12月27日） - 愛知県は額田県（旧三河国および旧尾張国知多郡）を合併し、県が現在の管轄区域となる。
  - 名古屋電信局開設。
- 1873年（明治6年） - 日本陸軍の名古屋鎮台が設置される。
- 1874年（明治7年）5月1日 - 名古屋博覧会を東本願寺名古屋別院で6月10日まで開催[28]。
- 1878年（明治11年）9月15日 - 愛知県博覧会を総見寺境内に建設された名古屋博物館で11月3日まで開催[28][31]。
  - 12月20日 - 郡区町村編制法施行により、名古屋区が発足。
- 1886年（明治19年）5月1日 - 官設鉄道（現在の東海道本線）名護屋駅（翌年に名古屋駅へ改称）が開業。
- 1888年（明治21年） - 名古屋鎮台は日本陸軍第3師団に改変された。
- 1889年（明治22年）10月1日 - 市制施行により名古屋市となる。市域は現在の中区と東区を中心とする地域で、面積は13.44 km2、人口は約15.7万人。
- 1891年（明治24年）10月28日 - 濃尾地震により大きな被害を出す。
- 1898年（明治31年）5月6日 - 路面電車が運行開始（1974年に全廃）。
- 同年10月1日 - 名古屋市内電話通話開始。
- 1906年（明治39年）- 日露戦争凱旋記念博覧会を愛知県博物館[32] で開催[28]。
- 1907年（明治40年）10月30日 - 名古屋市の徽章制定。
- 1908年（明治41年） - 行政区画としての区を設置。中区、東区、西区、南区が発足。
- 1910年（明治43年）2月28日 - 名古屋市歌を制定（3月1日公示）。
  - 3月16日 - 第10回関西府県連合共進会を鶴舞公園にて6月13日まで開催[28]。
- 1911年（明治44年）5月1日 - 名古屋港線竣工。名古屋港駅設置。
  - 8月4日 - 精進川を新堀川に名称変更。

大正時代
- 1914年（大正3年）4月1日 - 名古屋市内で上水道の供給開始。
  - 9月6日 - 鶴舞公園で名古屋電気鉄道運賃値下げ要求の市民大会に5万人が集まり、一部が暴徒化し電車焼き討ち事件が発生。
- 1916年（大正5年）10月28日 - ペストの流行拡大に備えネズミの買入を始める。10万頭8700匹が捕獲。また11月1日からは市内398箇所にトラップが仕掛けられ約1万匹捕獲[33]。
- 1921年（大正10年）9月25日 - 台風接近による暴風で前回家屋5474戸、死者211人、行方不明者326人[34]。
- 1922年（大正11年）4月1日 - 屎尿の汲み取りを市の直営事業化。7月には浄化施設として千種汚物所が設置[35]。
- 1923年（大正12年）4月1日 - 大須の旭廓が移転し、中村遊廓が開業。
- 1925年（大正14年）
  - 7月15日 - NHK名古屋放送局（JOCK）がラジオ本放送を開始。
  - 9月11日 - 暴風雨。市内の浸水家屋約2万戸[36]。
  - 10月1日 - 国政調査で初めて人口第3位となる。1921年の合併と1923年9月1日発生の関東大震災から逃れてきた移住者が加わったことも関係。

| 三菱重工業名古屋航空宇宙システム製作所大江工場 |  | 空襲後の名古屋市街 |
| 三菱重工業名古屋航空宇宙システム製作所大江工場 |  | 空襲後の名古屋市街 |

| 昭和では、戦後最悪と言われた伊勢湾台風の被災地を取材するカメラマン |  | 東海豪雨時の天白区野並 |
| 昭和では、戦後最悪と言われた伊勢湾台風の被災地を取材するカメラマン |  | 東海豪雨時の天白区野並 |

昭和戦前
- 1928年（昭和3年）9月15日 - 御大典奉祝名古屋博覧会を鶴舞公園で11月30日まで開催[28]。
- 1930年（昭和5年） - 名古屋市営バスが運行開始。中川運河竣工。
- 1933年（昭和8年）10月1日 - 現在の名古屋市役所本庁舎が完成。
- 1935年（昭和10年）10月1日 - 国勢調査で初めて人口100万人を突破。
  - 4月3日 - 東山公園が開園。
- 1936年（昭和11年）1月15日 - 新愛知新聞社（現在の中日新聞社の前身）を親会社とするプロ野球チーム・名古屋軍（現：中日ドラゴンズ）が誕生。
- 1937年（昭和12年）
  - 3月15日 - 南区（現在の港区港明）で名古屋汎太平洋平和博覧会を5月31日まで開催。
  - 3月24日 - 東山動植物園が開園。
- 1938年（昭和13年）6月26日 - 関西急行電鉄（現・近畿日本鉄道）の関急名古屋駅（現・近鉄名古屋駅）が開業。
- 1941年（昭和16年）
  - 6月1日 - 名古屋陸軍造兵廠の前身である名古屋陸軍造兵廠高蔵製造所鷹来分工場が発足した。
  - 8月12日 - 名古屋鉄道の新名古屋駅（現・名鉄名古屋駅）が開業。
  - 10月 - 松葉公園が開園。
- 1942年（昭和17年）2月1日 - 味噌と醤油の配給制度が始まる（県下は豊橋市、岡崎市、一ノ宮市、半田市、瀬戸市も同日から実施）[37]。同時に衣料品にも点数切符制が導入された。
- 1944年（昭和19年）12月7日 - 東南海地震が発生。
- 1945年（昭和20年）3月12日 - アメリカ軍による初の市街地大規模空襲を受ける（63回に及ぶ名古屋大空襲初日）。
  - 5月14日 - 空襲により名古屋城の天守や金鯱が焼失。人口が60万人をわずかに下回る。

### 現代
昭和戦後
- 1946年（昭和21年）10月22日 - 昭和天皇が引揚者援護施設などに行幸（昭和天皇の戦後巡幸の一環）[38]。
- 1948年（昭和23年）12月2日 - 中川区山王に中日スタヂアム（現・ナゴヤ球場）が開場。
- 1951年（昭和26年）9月1日 - 中部日本放送（CBC）が日本初となる民間放送によるラジオ放送を開始。
- 1954年（昭和29年）
  - 3月1日 - NHK名古屋放送局がテレビ（JOCK-TV）本放送を開始。
  - 6月19日 - 中区錦の久屋大通公園内に名古屋テレビ塔が竣工。
  - 10月12日 - プロ野球 (NPB) の中日ドラゴンズが球団創設後、初のセントラル・リーグ優勝を決める[39]。
  - 11月7日 - 中日ドラゴンズが西鉄ライオンズとの日本シリーズを制し、初の日本シリーズ優勝（日本一）を決める[39]。
- 1955年（昭和30年）10月10日 - 第1回名古屋まつりを開催。
- 1956年（昭和31年）
  - 9月1日 - 政令指定都市に指定される。
  - 12月1日 - 中部日本放送（CBC）がテレビ放送を開始。
- 1957年（昭和32年）11月15日 - 名古屋市営地下鉄1号線（東山線）の名古屋駅 - 栄町駅間と地下街が開業。
- 1958年（昭和33年）2月1日 - 新東海テレビ（現:東海テレビ）設立。
- 1959年（昭和34年） - 名古屋城の金鯱が復元される。
  - 9月26日 - 伊勢湾台風襲来。南部を中心に戦後最大級の重篤な被害を出す[40]。
- 1961年（昭和36年）9月6日 - 名古屋テレビ設立。
- 1962年（昭和37年）11月3日 - 名古屋市科学館が開館。
- 1964年（昭和39年）10月1日 - 東海道新幹線が開通。新幹線の名古屋駅も開業。
- 1965年（昭和40年）10月15日 - 名古屋市営地下鉄2号線（名城線）、栄町駅 - 市役所駅が開通。
- 1966年（昭和41年） - 県道115号の黄金跨線橋が開通。
- 1968年（昭和43年）4月25日 - 東名高速道路が開通、名古屋IC設置。
- 1969年（昭和44年）
  - 人口200万人を突破。
  - 国道22号名岐バイパスが開通。第1回ミス名古屋コンテスト開催。
- 1971年（昭和46年）12月20日 - 市営地下鉄2号線（名城線）、市役所駅 - 大曽根駅が開通し、地下鉄2号線が全線開通。
- 1972年（昭和47年）10月5日 - 国道23号名四国道が全線開通。
- 1974年（昭和49年）
  - 3月30日 - 市営地下鉄4号線（名城線）、新瑞橋駅 - 金山駅が開通。
  - 10月12日 - 中日ドラゴンズが20年ぶり、通算2回目のセ・リーグ優勝を決める。
- 1975年（昭和50年） - 国道41号名濃バイパスが開通。
- 1976年（昭和51年）9月12日 - 台風17号による集中豪雨。12日までに床上浸水2300戸以上、床下浸水43000戸以上の被害[41]。
- 1977年（昭和52年）3月18日 - 市営地下鉄3号線（鶴舞線）、伏見駅 - 八事駅が開通。
- 1979年（昭和54年）7月25日 - 名古屋高速道路が開通する。
- 1981年（昭和56年）9月30日 - 第84回IOC総会（西ドイツのバーデンバーデン）で1988年夏季オリンピック招致に失敗（名古屋オリンピック構想）。
- 1982年（昭和57年）
  - 9月21日 - 市営地下鉄1号線（東山線）、高畑駅 - 中村公園駅が開通し、地下鉄1号線が全線開通。
  - 10月18日 - 中日ドラゴンズが通算4回目のセ・リーグ優勝を決める。
- 1984年（昭和59年） - 東山動物園にコアラがお目見え。
- 1988年（昭和63年）10月7日 - 中日ドラゴンズが通算4回目のセ・リーグ優勝を決める。

平成
- 1989年（平成元年）
  - 7月15日 - 名古屋市制100周年を迎え、世界デザイン博覧会を同年11月26日まで開催。
  - 9月10日 - 市営地下鉄6号線（桜通線）、中村区役所駅 - 今池駅が開通。
- 1990年（平成2年）- 熱田区に国際会議などへの対応能力を備えた「名古屋国際会議場」が完成する。
- 1992年（平成4年）10月29日 - 名古屋港水族館が開館。
- 1993年（平成5年）8月12日 - 市営地下鉄3号線（鶴舞線）、上小田井駅 - 庄内緑地公園駅が開通し、地下鉄3号線が全線開通。
- 1997年（平成9年） - 同年より、中日ドラゴンズの本拠地がナゴヤ球場（中川区露橋）からナゴヤドーム（東区大幸南 / 2021年より「バンテリンドーム ナゴヤ」）に移転。
- 1999年（平成11年）9月30日 - 中日ドラゴンズが通算5回目のセ・リーグ優勝を決める。
- 2000年（平成12年）
  - 5月17日 - JRセントラルタワーズ（ジェイアール名古屋タカシマヤ）が全面開業。
  - 9月11日-12日 - 名古屋市およびその周辺で集中豪雨（名古屋市で2日間に一年の降水量の3分の1を越える567ミリの降水量）。東海豪雨とも呼ばれる。
- 2003年（平成15年）3月27日 - 市営地下鉄上飯田線、平安通駅 - 上飯田駅が開通。
- 2004年（平成16年）
  - 10月1日 - 中日ドラゴンズが通算6回目のセ・リーグ優勝を決める。
  - 10月6日
    - 名古屋臨海高速鉄道西名古屋港線（あおなみ線）が開通。
    - 市営地下鉄4号線（名城線）、名古屋大学駅 - 新瑞橋駅が開通し、地下鉄4号線が全線開通。同日より2号線とともに環状運転開始。2号線の金山駅 - 名古屋港駅を名城線から名港線へ名称変更。
- 2005年（平成17年）
  - 2月17日 - 中部国際空港開港。名古屋空港から国際線全路線が移転し、新しい中部地方の空の玄関口となる。名古屋空港は名古屋飛行場（県営名古屋空港）に改称し、国内線用空港となる。
  - 3月6日 - 名東区の藤が丘駅 - 豊田市の八草駅（開通から翌2006年3月末までは「万博八草」）まで愛知高速交通東部丘陵線（リニモ）が開通。
  - 3月17日 - 安心・安全・快適条例施行により名古屋駅・栄駅・金山駅・藤が丘駅周辺が路上禁煙地区になる。
  - 3月18日 - 愛・地球博ささしまサテライト会場デ・ラ・ファンタジア開催。
  - 3月23日 - 名古屋城の金鯱が市内16区で展示。愛・地球博開会式に展示されるため、2体が同時に2日間名古屋市を離れる。
  - 3月25日 - 愛・地球博が、9月25日まで開催された。
  - 5月29日 - 名古屋市交通局主催の花バスが運行終了、39年の歴史に幕を下ろす。
  - 9月25日 - 愛知万博が無事185日間の会期を終えて閉幕、目標の1,500万人を大きく上回る約2,200万人が来場し、成功裏に幕を閉じた。
- 2006年（平成18年）10月10日 - 中日ドラゴンズが東京ドームで巨人との優勝決定戦を延長12回表タイロン・ウッズの満塁本塁打などで制し、通算7回目のセ・リーグ優勝を決める。
- 2007年（平成19年）
  - 3月6日 - ミッドランドスクエアが全面開業。
  - 11月1日 - 中日ドラゴンズが53年ぶりに日本シリーズで優勝。球団創設以来2度目の日本一に輝く。
  - 11月10日 - 名古屋港開港100周年記念開港祭をガーデン埠頭で開催。
  - 11月15日 - 名古屋市営地下鉄開業50周年記念日、藤が丘工場で記念イベントを開催。
- 2008年（平成20年）10月22日 - ユネスコのデザイン都市に認定（神戸市とともにアジア初）。
- 2009年（平成21年） - 名古屋市は、地下鉄を利用する中高生や大学生を対象に、自宅と学校間だけでなく、塾やバイト先にも使える「学生定期券」を、2010年3月からの販売を決定した。通学に限らず自由な区間で定期を買えるのは全国で初。料金は据え置いたまま利便性を上げる工夫で、学生のいる家庭には相当な負担減となる[42]。
- 2010年（平成22年）
  - 10月1日 - 中日ドラゴンズが通算8回目のセ・リーグ優勝。
  - 10月11日 - 第10回生物多様性条約締約国会議（COP10）を開催。名古屋議定書が採択される。
  - 11月20日 - 名古屋グランパスがプロサッカーJ1リーグ初優勝を決める。
- 2011年（平成23年）
  - 3月27日 - 市営地下鉄6号線（桜通線）、野並駅 - 徳重駅開通。
  - 10月18日 - 中日ドラゴンズがプロ野球セントラル・リーグにおいて、球団史上初のリーグ2連覇達成。
- 2013年（平成25年）9月27日 - この日から約2か月間にわたり第3回「なごやめし博覧会2013」が開催される。名古屋市内の273店が参加した。
- 2014年（平成26年） -待機児童ゼロを達成[43]。
- 2015年（平成27年）
  - 4月15日 - 港区金城埠頭において、世界8か所目かつ国内初のレゴランド屋外テーマパーク「レゴランド・ジャパン名古屋」の建設工事着工。
  - 9月19日 - 熊本市に続き国内2番目のフェアトレード・タウンとして認定を受ける[44]。
- 2016年（平成28年）
  - 7月25日 - 緑区の旧東海道沿いにある有松町の町並みが、国の重要伝統的建造物群保存地区に選定される。
- 2017年（平成29年）
  - 4月1日 - レゴランド・ジャパン開業。
  - 10月5日 - ささしまライブ24にグローバルゲート全面開業。
  - 12月7日 - 12月10日 - 「ISU国際グランプリファイナルフィギュアスケート競技大会 愛知・名古屋2017」開催。
- 2018年（平成30年）
  - 3月29日 - 名古屋めしやお土産屋を中心とした店舗が集まる「金シャチ横丁」が完成。
  - 6月8日 - 名古屋城本丸御殿の復元が完了し、一般公開された。

令和
- 2019年（令和元年） - 名古屋市は、税収が過去最高となった。税収が過去最高を更新したのは、1997年度以来21年ぶり。企業収益が改善し、過去最高の税収となった[45]。名古屋市は、宅地開発や商業施設のオープンなどで人口が増加し、名古屋市守山区に上志段味小学校が新設された。名古屋市に小学校が新設されるのは、9年ぶり[46]。
  - 6月1日 - 天皇・皇后が第70回全国植樹祭臨席のため、愛知県へ令和初の地方行幸を実施した[47]。その際に名古屋観光ホテルに宿泊し、提灯奉迎が行われた。
  - 10月 - 名古屋市は、市内のJR東海と名鉄、近鉄でも「敬老パス」を利用できるように見直すことを決定[48]。
  - 11月22日・23日 - G20 外務大臣会合が、中区にある名古屋観光ホテルで開催された[49]。
- 2020年（令和2年）、名古屋市に日本最大級のPark-PFI事業「Hisaya-odori Park」が開業[50]。
  - 11月 - 名古屋市は、「敬老パス」の対象に、名鉄バスと三重交通バスを加える方針を固めた。2022年2月から名鉄バスも「敬老パス」を利用できる様になる。システム改修が間に合えば、三重交通バスも同時期から「敬老パス」を使用できる様になる[51]。
  - 12月 - 名古屋市は、日本将棋連盟と協定を締結。愛知県出身の藤井聡太二冠の活躍を受け、名古屋市が将棋の普及のため、「子供たちの練習会の会場として、名古屋市公会堂を半額で貸し出すこと」を将棋連盟に提案し、実現した[52]。
- 2021年（令和3年）
  - 5月1日 - 名古屋第二環状自動車道 名古屋西JCT - 飛島JCT間が開通し、全線開通。
- 2024年（令和6年）
  - 4月23日 - 中日ビル全面開業[53][54][55]。
  - 9月6日 - 神宮前駅西口にあったパレマルシェ神宮跡地に木造平屋の商業施設「あつたnagAya（ながや）」が開業[56][57][58][注釈 7]。
  - 10月31日 - 新規事業創出を目指すスタートアップや国内外を代表する企業が入居する日本最大のオープンイノベーション拠点として「STATION Ai」が鶴舞公園南部に開業[60]。
- 2026年（令和8年） - 愛知県と共同でアジア競技大会・アジアパラ大会開催予定。

## 行政

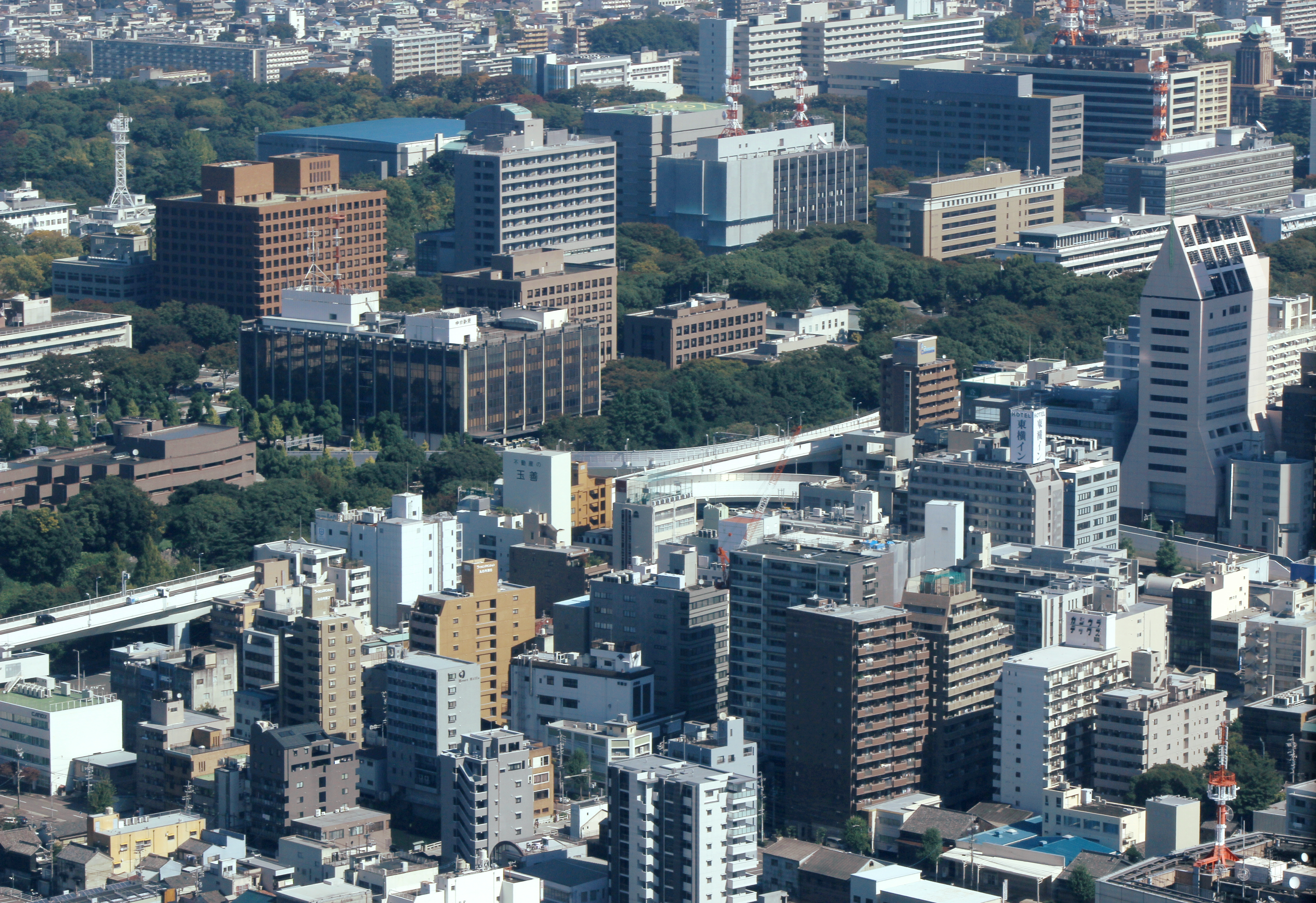
中部地方政治の中心となる三の丸の官庁街と、中部地方経済の中心のひとつとなる丸の内のオフィス街

### 行政機構
以下の局、室および16の区役所、その他行政委員会などにより組織される。

#### 市長室
- 副市長（3名）

#### 行政局
防災危機管理局
総務局
- 市政資料館
- 東京事務所
- 市立大学

財政局
- 市税事務所

市民経済局
- 中央卸売市場
- 文化センター
- 名古屋市工業研究所

観光文化交流局
- 名古屋城総合事務所

環境局
- 環境事業所

健康福祉局
- 名古屋市立中央看護専門学校
- 衛生研究所

子ども青少年局
- 保育園

住宅都市局
緑政土木局
- 土木事務所
- 東山総合公園

上下水道局
- 営業所
- 水処理事務所

交通局
- 営業所

病院局
- 市立病院

消防局
- 消防署
- 消防学校

区役所（16区、6支所）
- 保健所

会計管理者
- 会計室

#### 行政委員会
監査委員
- 監査事務局

人事委員会
- 人事委員会事務局

農業委員会
- 農業委員会事務局

選挙管理委員会
- 選挙管理委員会事務局

固定資産評価審査委員会
- 固定資産評価審査委員会事務室（財政局税務部所管）

教育委員会
- 教育委員会事務局
- 名古屋市教育会
  - 名古屋市教育センター
- 名古屋市図書館
- 名古屋市博物館
- 名古屋市美術館
- 名古屋市科学館
- 名古屋市児童館（各区に設置）
- 名古屋市生涯学習センター（各区に設置）
- 名古屋市教育スポーツ協会
  - 名古屋市体育協会
  - 名古屋市スポーツセンター
- 小学校・中学校・高校
- 幼稚園
- なごや環境大学

市会議長
- 市会事務局

## 議会

### 名古屋市会
市議会議員の年収は1455万円（2019年時点）。2011年（平成23年）に800万円まで引き下げられた事もあった。

### 愛知県議会
- 定数：31名
- 任期：2023年（令和元年）4月30日 - 2027年（令和5年）4月29日

| 選挙区     | 氏名       | 会派名                 | 備考             |
| ---------- | ---------- | ---------------------- | ---------------- |
| 千種区 (2) | 黒田太郎   | 新政あいち             | 党籍は国民民主党 |
| 千種区 (2) | 辻秀樹     | 自由民主党愛知県議員団 |                  |
| 東区 (1)   | 政木理香   | 自由民主党愛知県議員団 |                  |
| 北区 (2)   | 松川浩明   | 自由民主党愛知県議員団 |                  |
| 北区 (2)   | 井上慎也   | 減税日本               |                  |
| 西区 (2)   | 田中泰彦   | 自由民主党愛知県議員団 |                  |
| 西区 (2)   | 島袋朝太郎 | 減税日本               |                  |
| 中村区 (2) | 寺西睦     | 自由民主党愛知県議員団 |                  |
| 中村区 (2) | 鳴海康裕   | 新政あいち             | 党籍は立憲民主党 |
| 中区 (1)   | 増田裕二   | 自由民主党愛知県議員団 |                  |
| 昭和区 (2) | 谷口知美   | 新政あいち             | 党籍は立憲民主党 |
| 昭和区 (2) | 成田修     | 自由民主党愛知県議員団 |                  |
| 瑞穂区 (2) | 川嶋太郎   | 自由民主党愛知県議員団 |                  |
| 瑞穂区 (2) | 高木浩司   | 新政あいち             | 党籍は立憲民主党 |
| 熱田区 (1) | 華地山義章 | 新政あいち             | 党籍は立憲民主党 |
| 中川区 (3) | 村嶌嘉将   | 新政あいち             | 党籍は立憲民主党 |
| 中川区 (3) | 稲本和仁   | 自由民主党愛知県議員団 |                  |
| 中川区 (3) | 犬飼明佳   | 公明党愛知県議員団     |                  |
| 港区 (2)   | 直江弘文   | 自由民主党愛知県議員団 |                  |
| 港区 (2)   | 安井伸治   | 新政あいち             | 党籍は国民民主党 |
| 南区 (2)   | 伊藤辰夫   | 自由民主党愛知県議員団 |                  |
| 南区 (2)   | 久野哲生   | 新政あいち             | 党籍は立憲民主党 |
| 守山区 (2) | 森井元志   | 新政あいち             | 党籍は国民民主党 |
| 守山区 (2) | 南部文宏   | 自由民主党愛知県議員団 |                  |
| 緑区 (3)   | 松本守     | 新政あいち             | 党籍は立憲民主党 |
| 緑区 (3)   | 増田成美   | 自由民主党愛知県議員団 |                  |
| 緑区 (3)   | 岡明彦     | 公明党愛知県議員団     |                  |
| 名東区 (2) | 富田昭雄   | 新政あいち             | 党籍は国民民主党 |
| 名東区 (2) | 筒井隆彌   | 県政自民クラブ         | 党籍は自由民主党 |
| 天白区 (2) | 須崎幹     | 自由民主党愛知県議員団 |                  |
| 天白区 (2) | 古林千恵   | 減税日本               |                  |

### 衆議院
- 任期：2024年（令和6年）10月27日 - 2028年（令和10年）10月26日（「第50回衆議院議員総選挙」参照）

| 選挙区                                    | 議員名     | 党派名     | 当選回数 | 備考     |
| ----------------------------------------- | ---------- | ---------- | -------- | -------- |
| 愛知県第1区（東区、西区、北区、中区）     | 河村たかし | 日本保守党 | 6        | 選挙区   |
| 愛知県第2区（千種区、守山区、名東区）     | 古川元久   | 国民民主党 | 10       | 選挙区   |
| 愛知県第3区（昭和区、緑区、天白区）       | 近藤昭一   | 立憲民主党 | 10       | 選挙区   |
| 愛知県第4区（瑞穂区、熱田区、港区、南区） | 牧義夫     | 立憲民主党 | 8        | 選挙区   |
| 愛知県第4区（瑞穂区、熱田区、港区、南区） | 工藤彰三   | 自由民主党 | 5        | 比例復活 |
| 愛知県第5区（中村区、中川区など）         | 西川厚志   | 立憲民主党 | 1        | 選挙区   |

## 官公庁・施設

### 国家機関
中部地方･東海地方を所管する中央省庁の出先機関（地方支分部局）の多くが中区三の丸界隈に置かれている。

#### 行政機関など
| - 人事院 - 中部事務局 - 内閣府 - 公正取引委員会 中部事務所 警察庁 - 中部管区警察局 - 総務省 - 中部管区行政評価局 - 東海総合通信局 - 外務省 - 国際協力機構 JICA中部 - 環境省 - 中部地方環境事務所 - 経済産業省 - 中部経済産業局 - 中部近畿産業保安監督部 - 産業技術総合研究所 名古屋工業技術研究所 - 製品評価技術基盤機構 中部支所 - 中小企業基盤整備機構 中部支部 | - 厚生労働省 - 東海北陸厚生局 - 指導総括管理官 - 社会保険審査官 - 名古屋検疫所 - 愛知労働局 - 日本年金機構 中部ブロック本部 - 国土交通省 - 中部地方整備局 - 中部運輸局 - 国土地理院 中部地方測量部 - 水資源機構 名古屋支社 - 自動車事故対策機構 名古屋主管支局 気象庁 - 名古屋地方気象台 海上保安庁 - 第四管区海上保安本部 | - 財務省 - 東海財務局 - 名古屋税関 国税庁 - 名古屋国税局 - 名古屋国税不服審判所 - 農林水産省 - 中部森林管理局 - 名古屋事務所 - 愛知森林管理事務所 - 東海農政局 - 農林水産消費安全技術センター - 土木改良技術事務所 - 名古屋植物防疫所 防衛省 - 自衛隊愛知地方協力本部 - 陸上自衛隊第10師団司令部 - 近畿中部防衛局東海防衛支局 | - 法務省 - 名古屋法務局 - 名古屋矯正管区 - 名古屋拘置所 - 名古屋少年鑑別所 - 矯正研修所 名古屋支所 - 中部地方更生保護委員会 - 名古屋保護観察所 公安調査庁 - 中部公安調査局 出入国在留管理庁 - 名古屋出入国在留管理局 検察庁 - 名古屋高等検察庁 - 名古屋地方検察庁、特別捜査部 - 名古屋区検察庁 法務総合研究所 名古屋支所 |

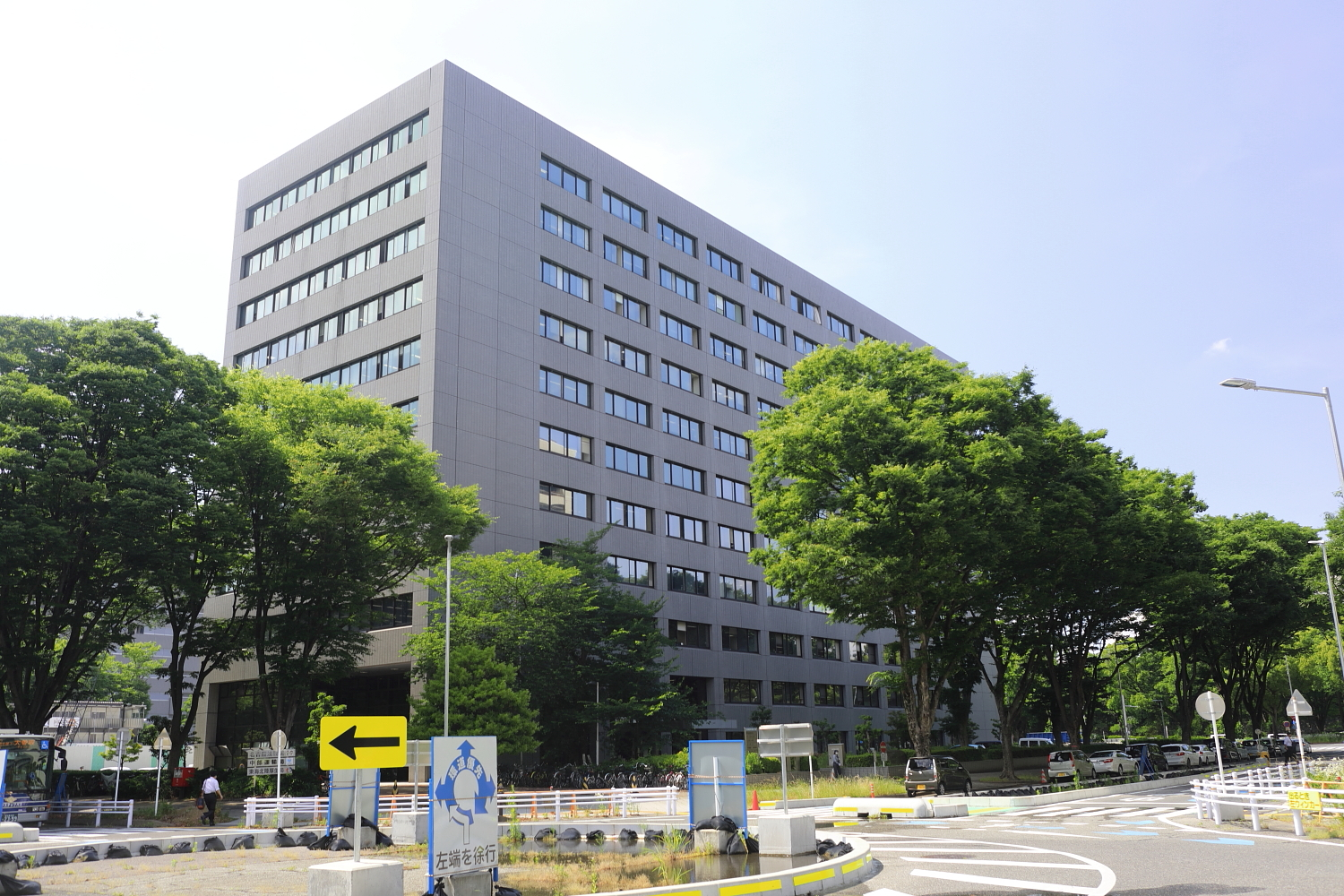
名古屋合同庁舎第1号館 （2022年（令和4年）5月）
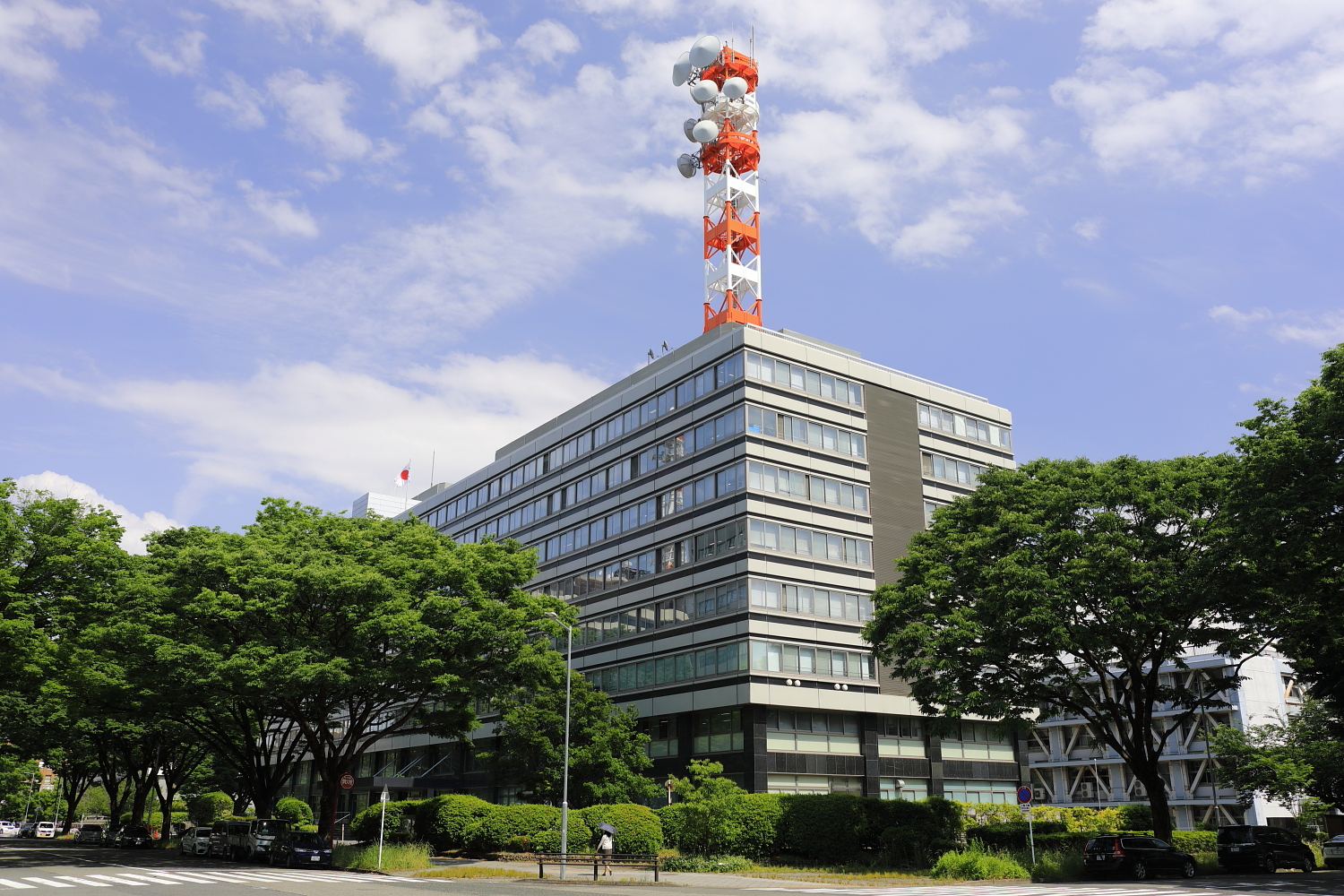
名古屋合同庁舎第2号館 （2022年（令和4年）5月）
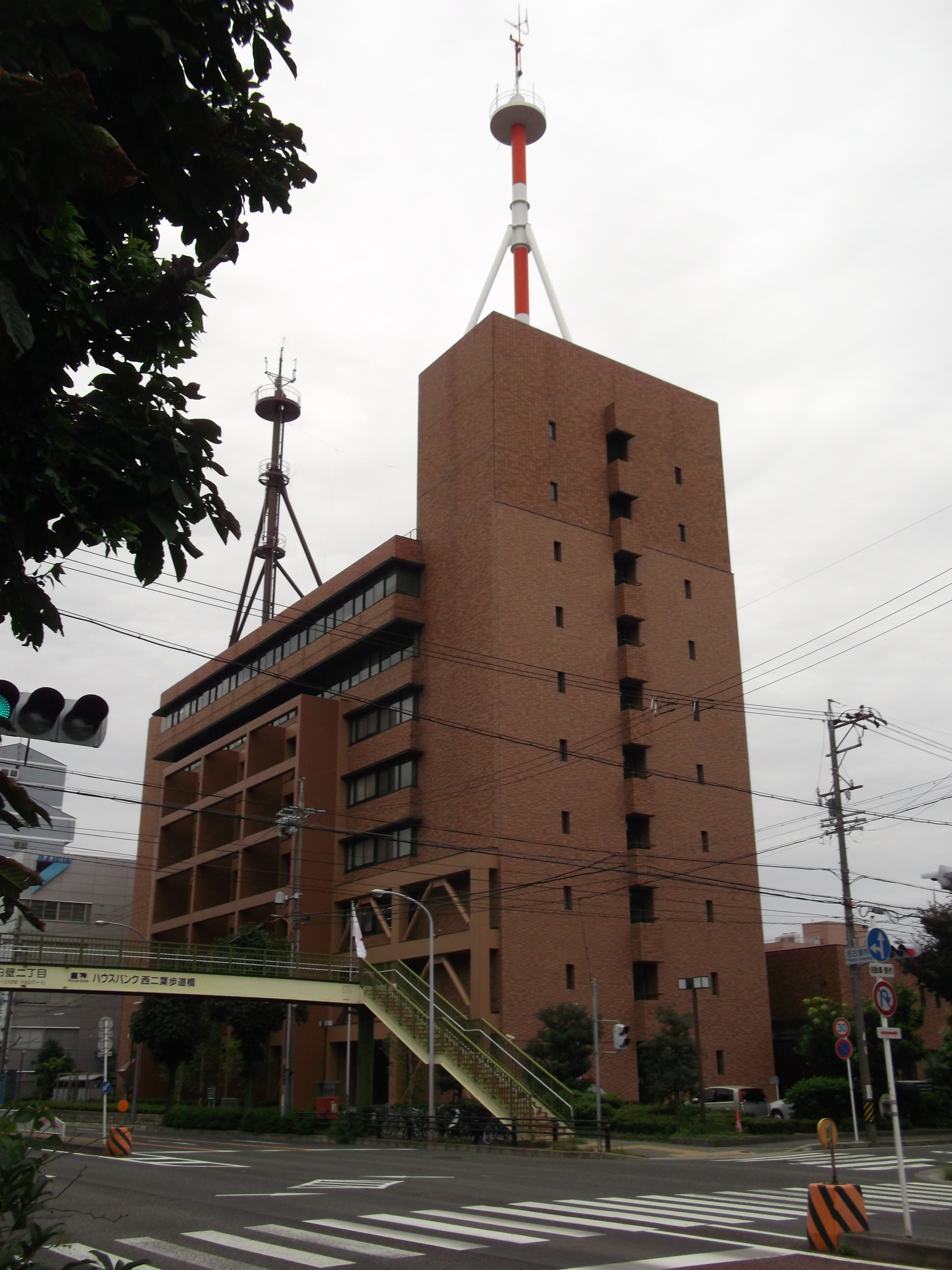
名古屋合同庁舎第3号館 （2014年（平成26年）9月）
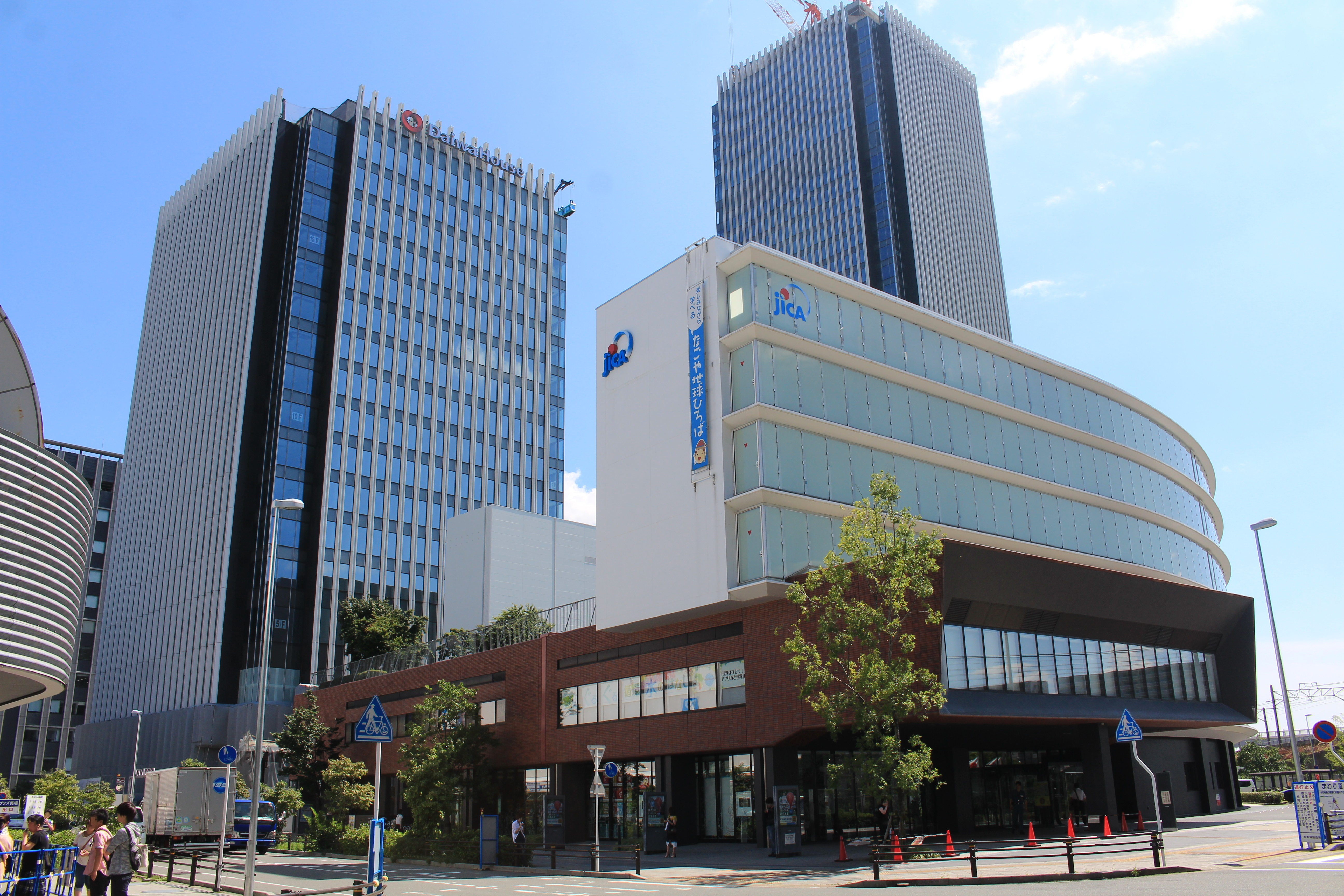
JICA中部 （2016年（平成28年）7月）
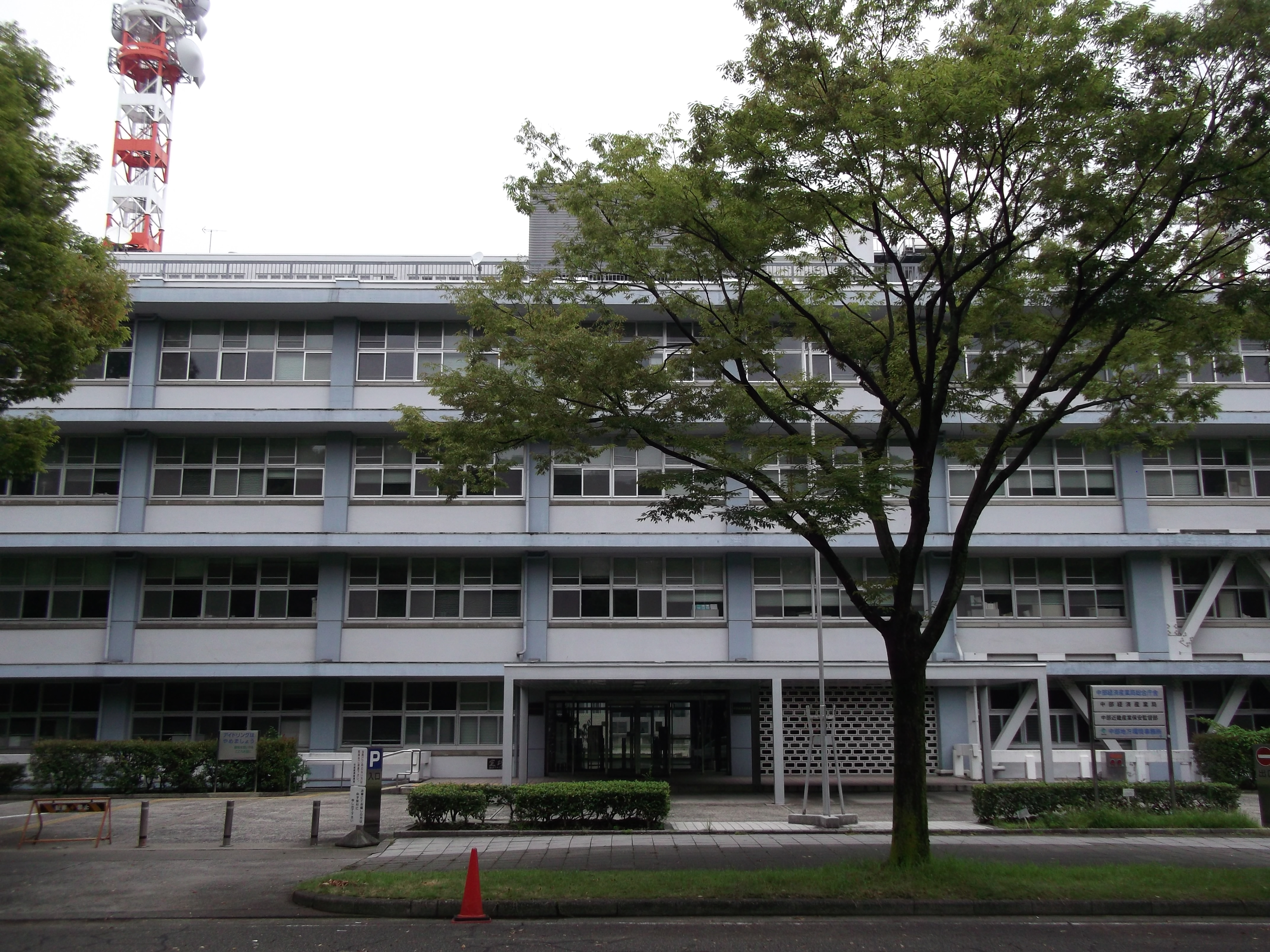
中部経済産業局総合庁舎 （2014年（平成26年）8月）
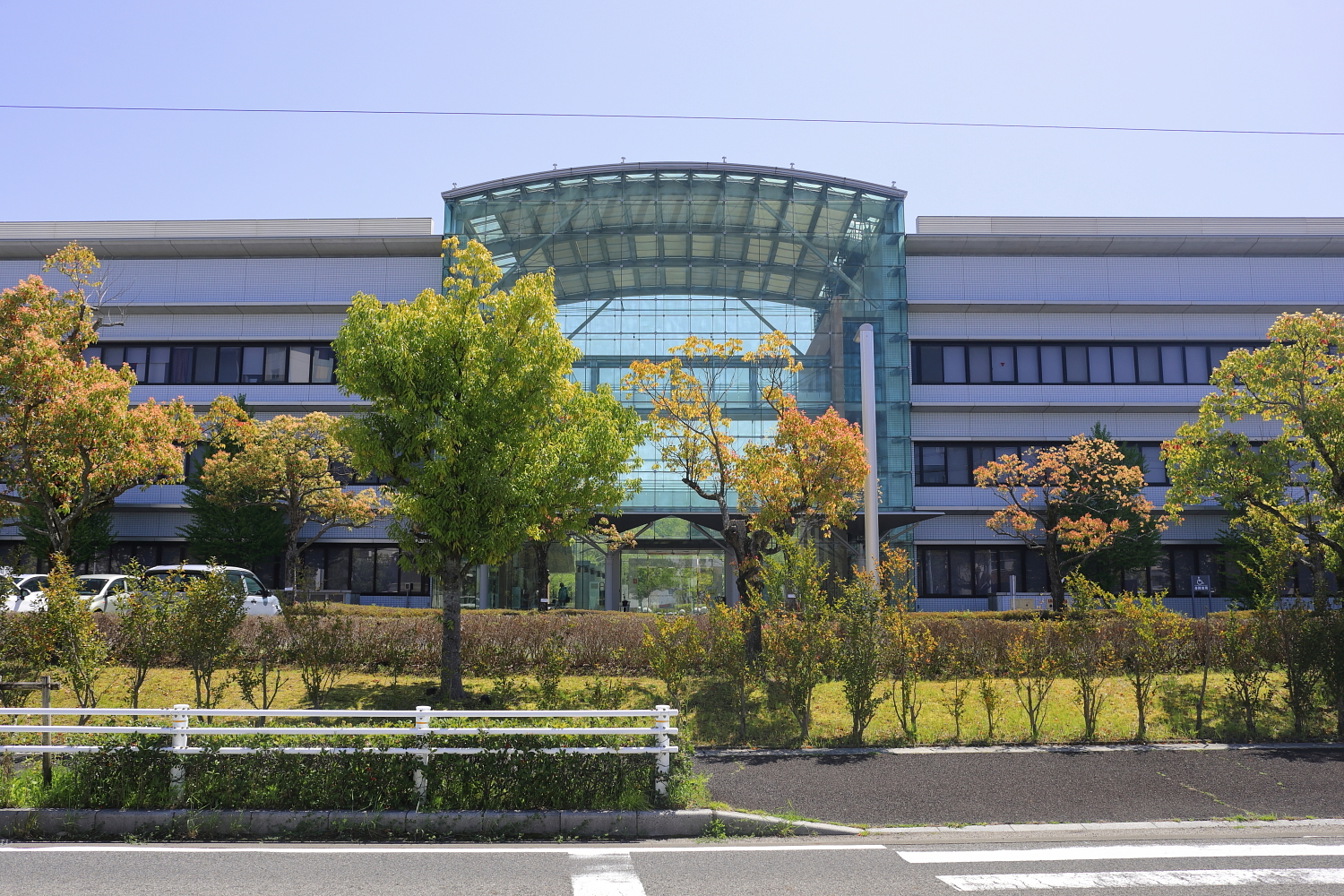
産業技術総合研究所中部センター （2021年（令和3年）4月）
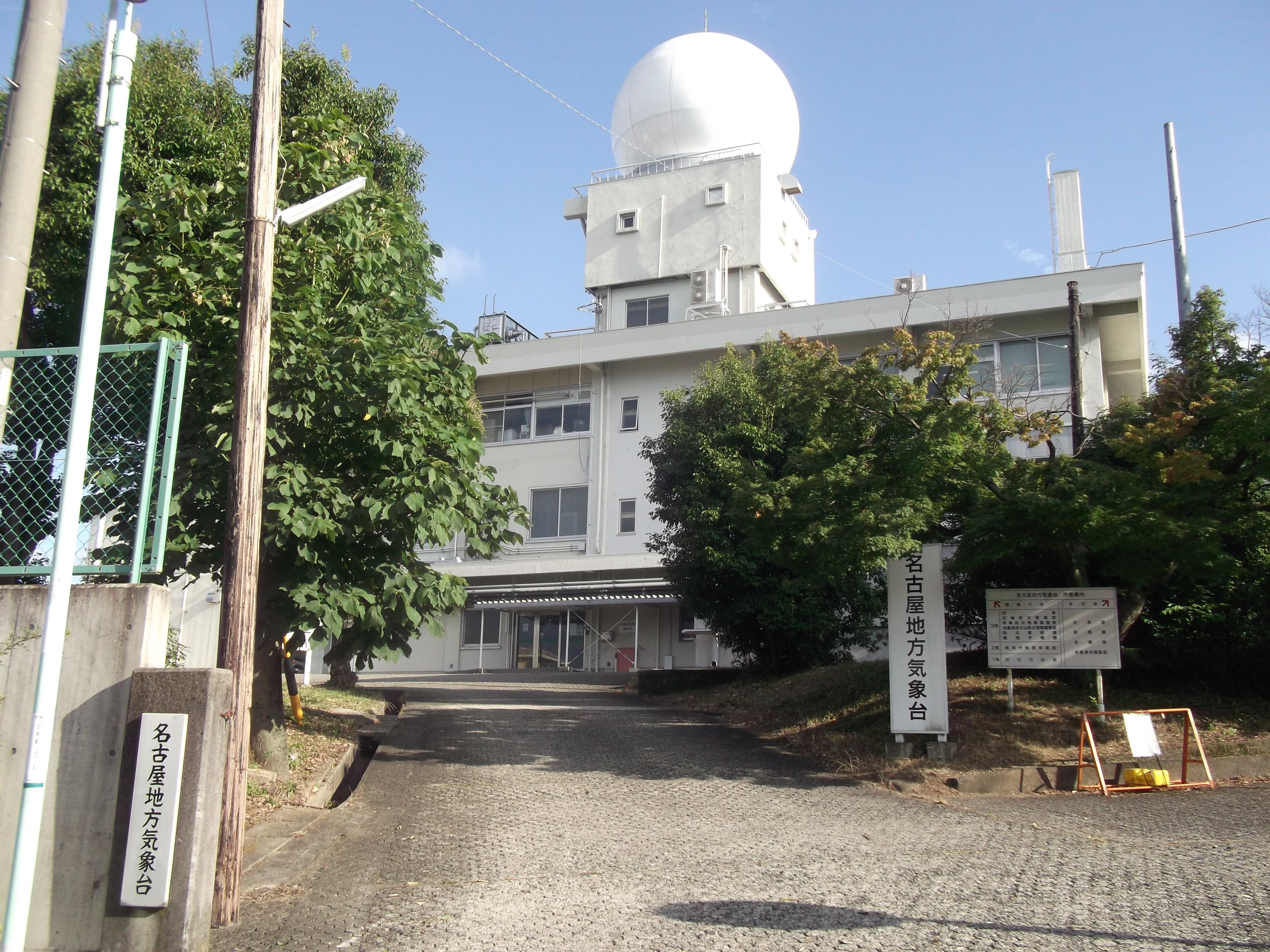
名古屋地方気象台 （2014年（平成26年）8月）
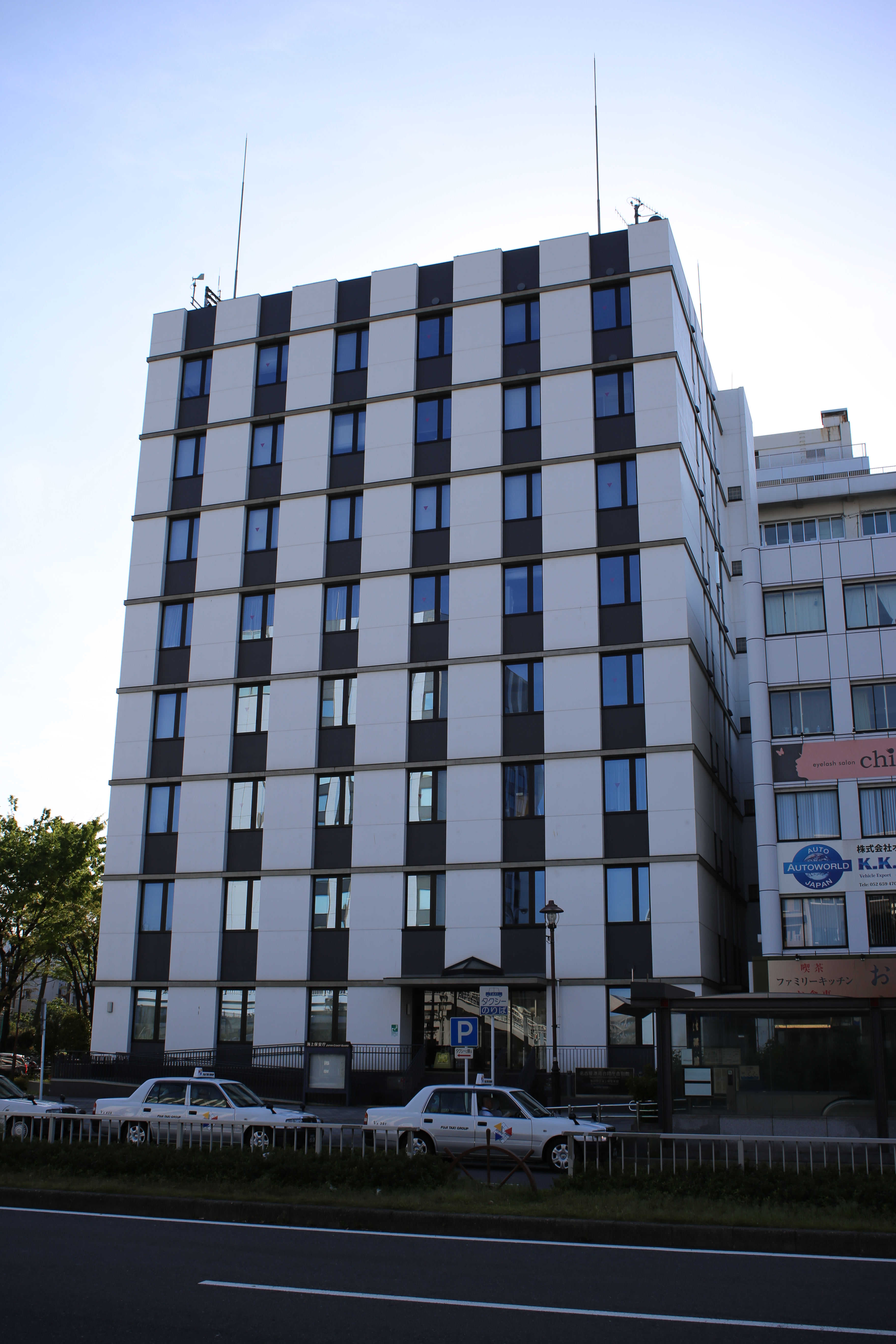
名古屋港湾合同庁舎別館 （2016年（平成28年）4月）
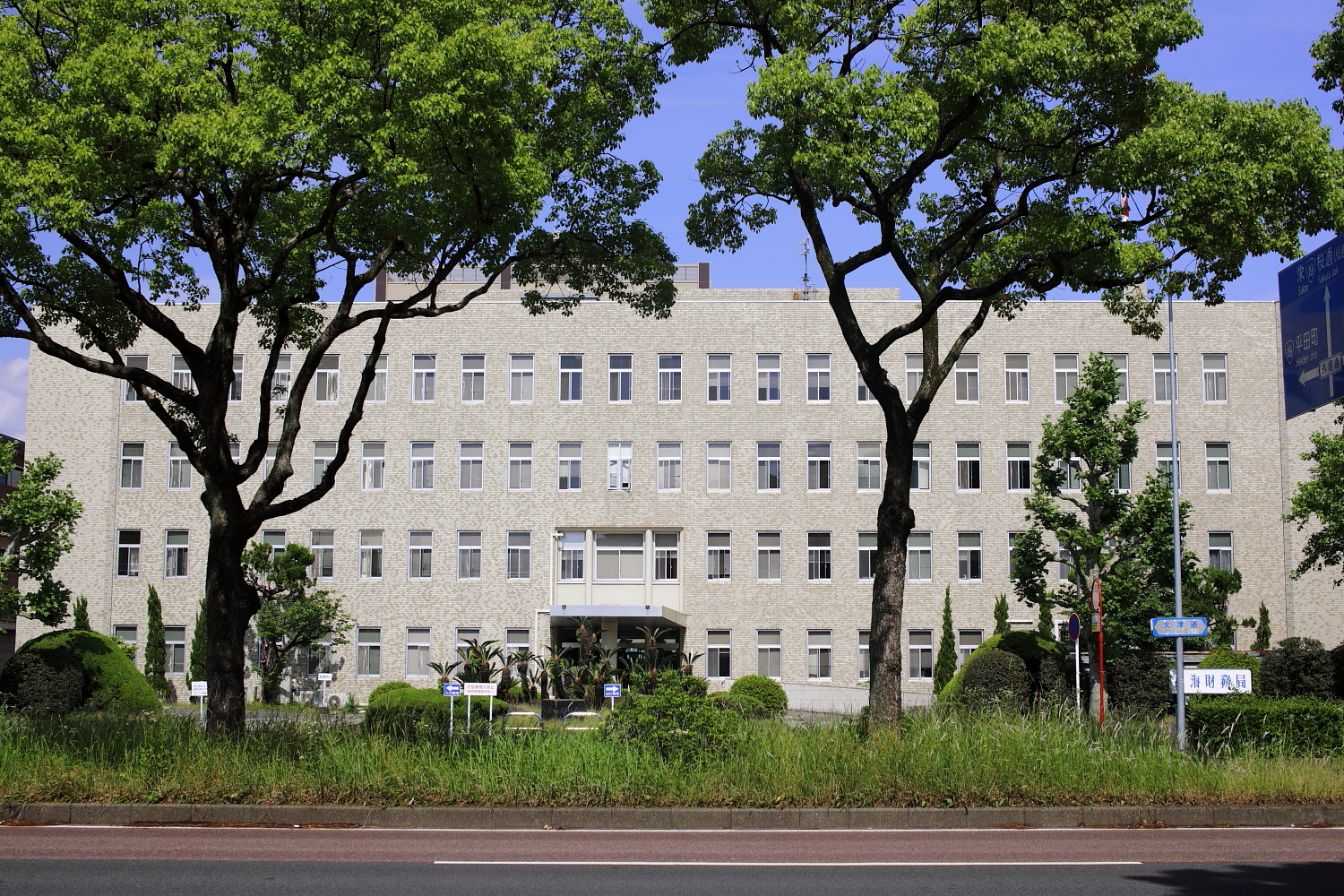
東海財務局 （2022年（令和4年）5月）
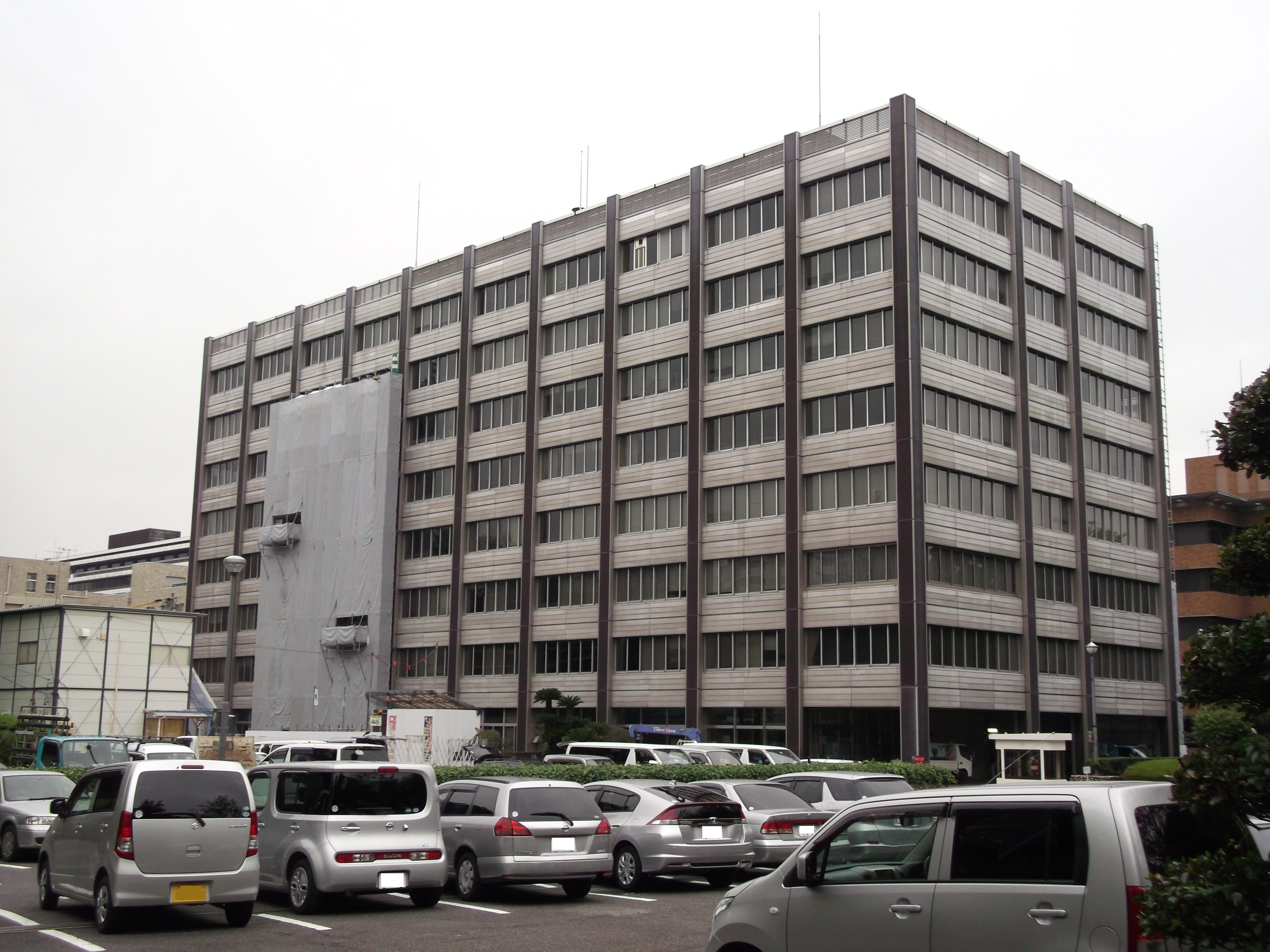
名古屋国税総合庁舎 （2014年（平成26年）8月）
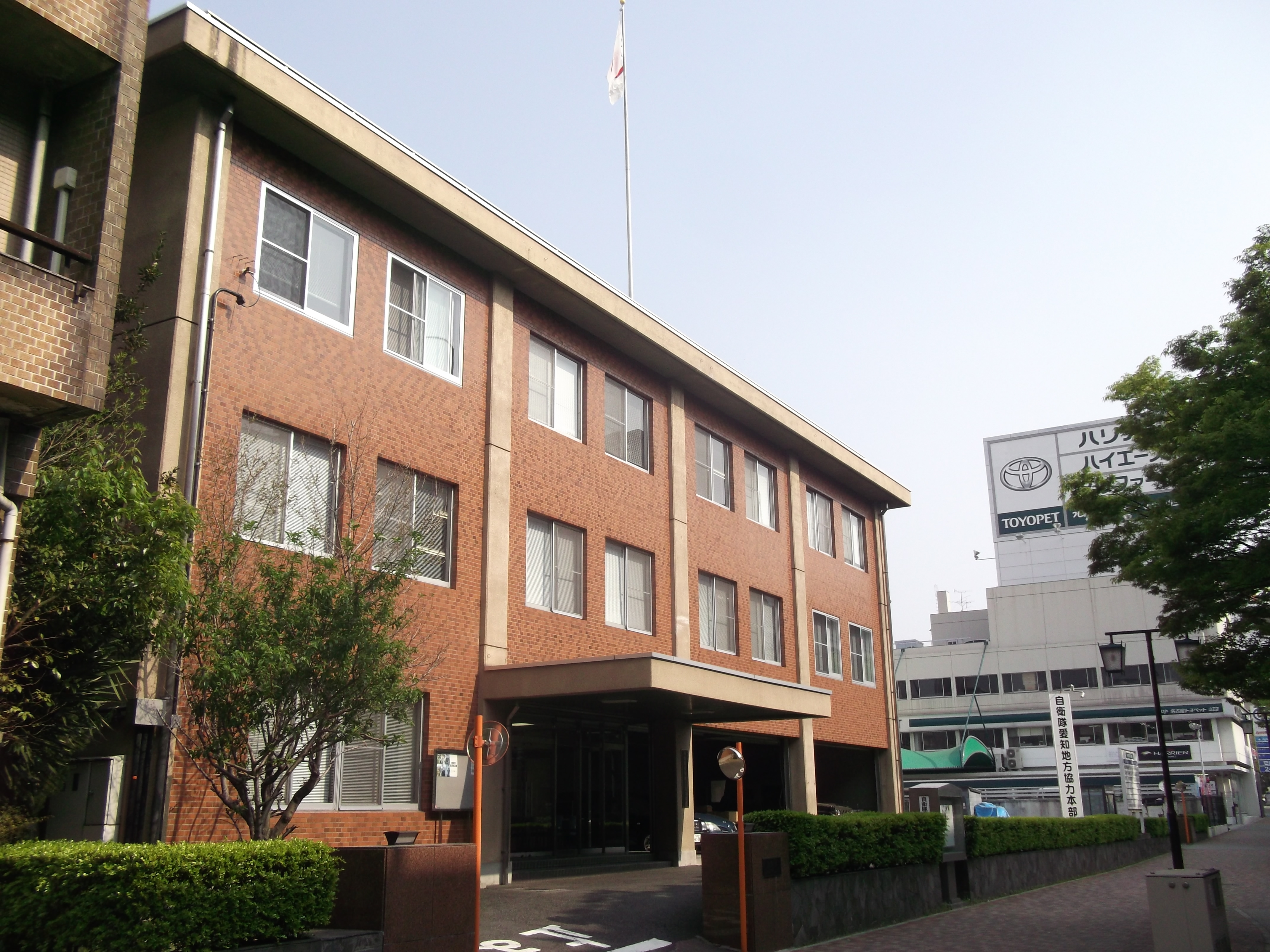
自衛隊愛知地方協力本部 （2014年（平成26年）4月）
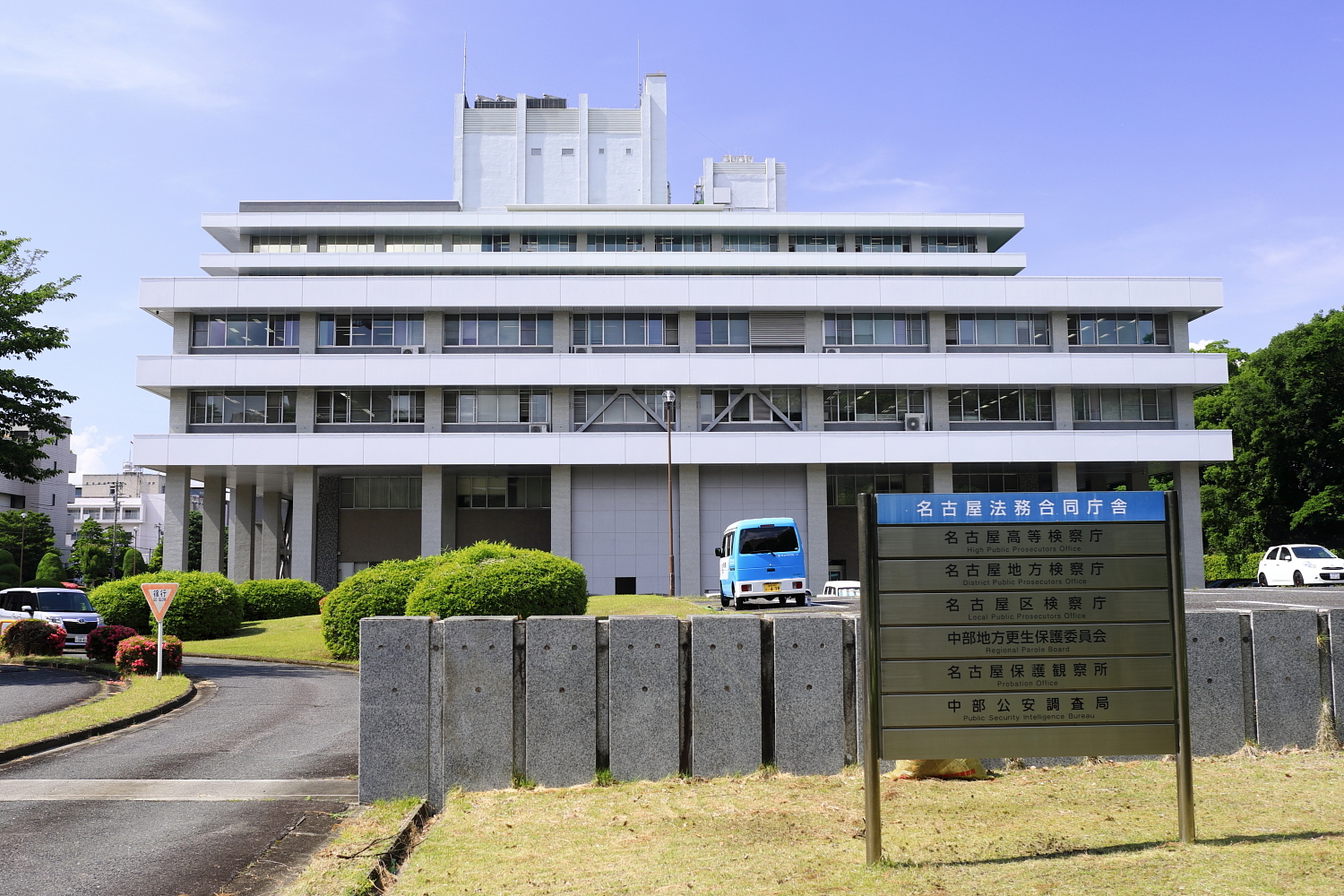
名古屋法務合同庁舎 （2022年（令和4年）5月）

#### 司法機関など
- 裁判所
  - 名古屋高等裁判所
    - 名古屋地方裁判所、執行部、事務局出納第二課
    - 名古屋家庭裁判所、執行部、事務局出納第二課
    - 名古屋簡易裁判所
- 中部弁護士会連合会
- 愛知県弁護士会

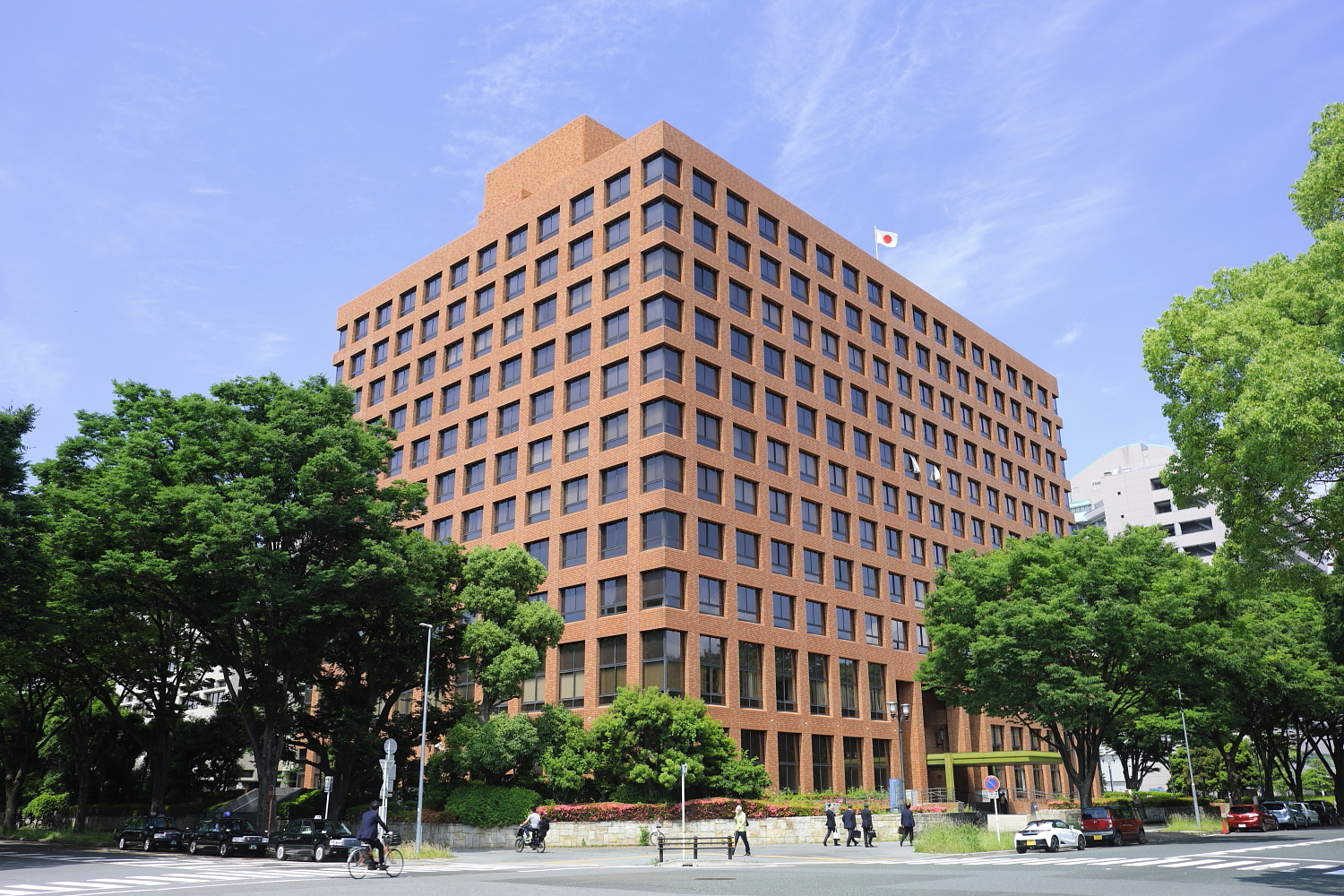
名古屋高等裁判所 （2022年（令和4年）5月）
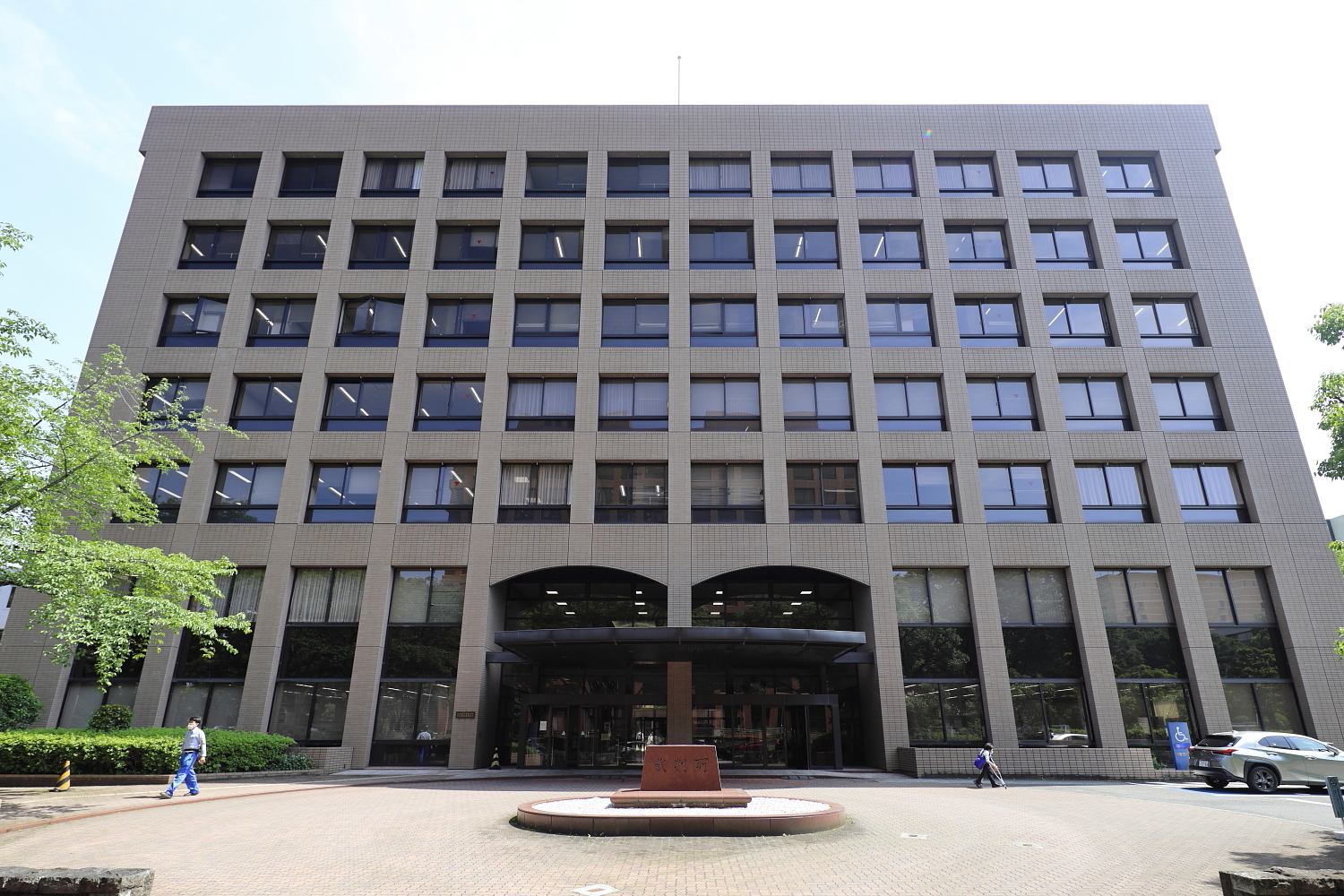
名古屋家庭裁判所 （2022年（令和4年）5月）

### 施設

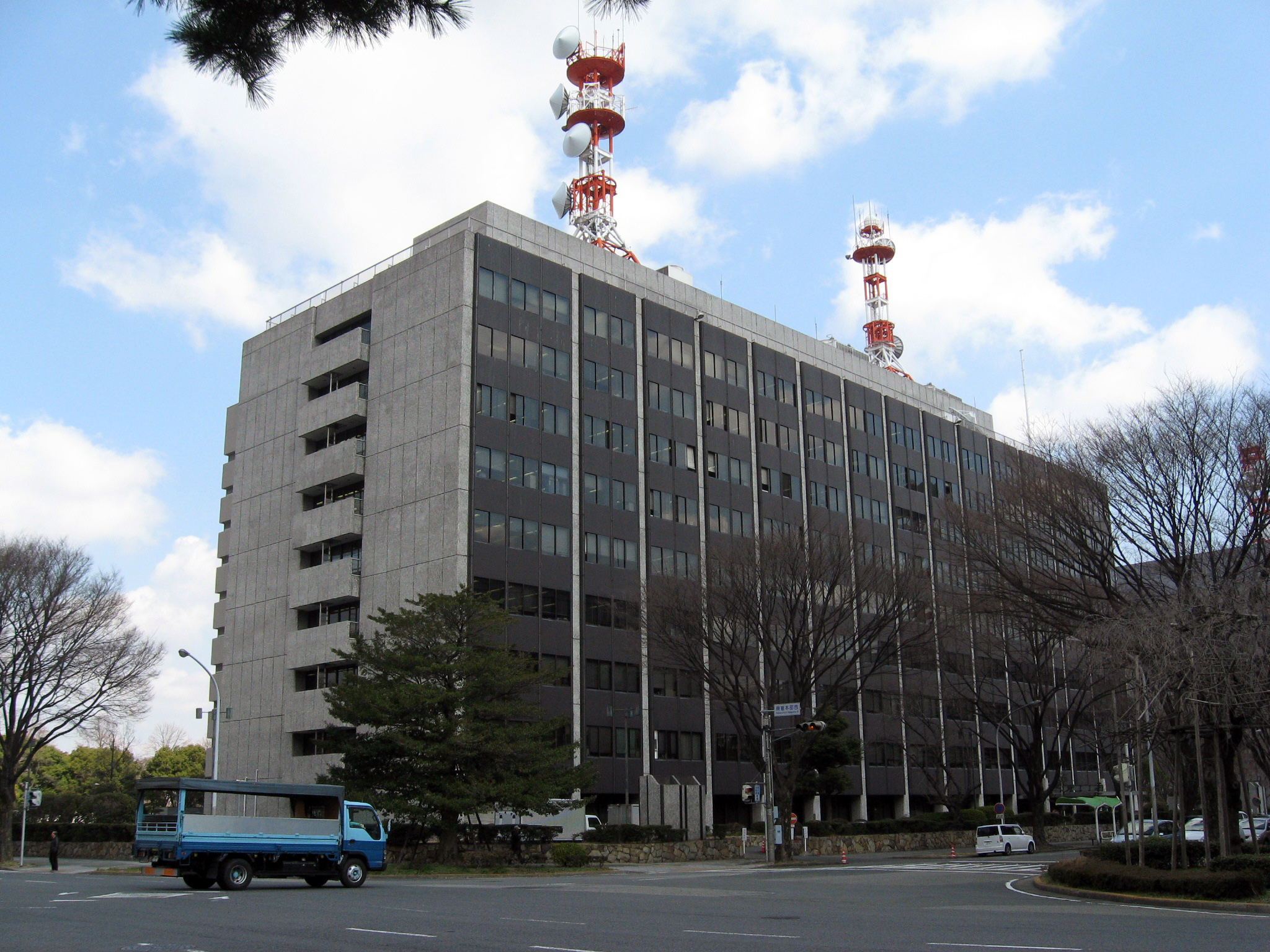
愛知県警察本部

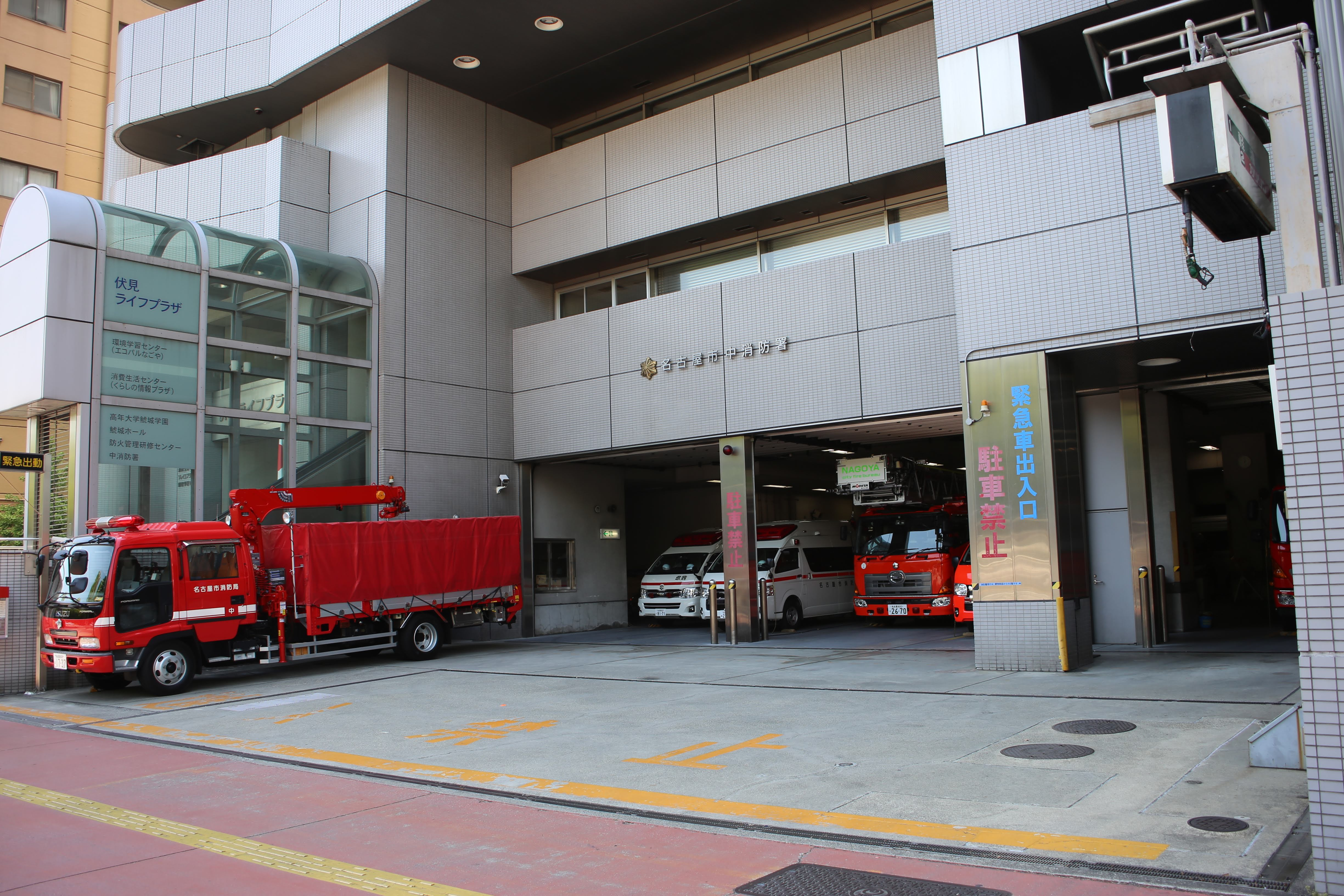
名古屋市中消防署

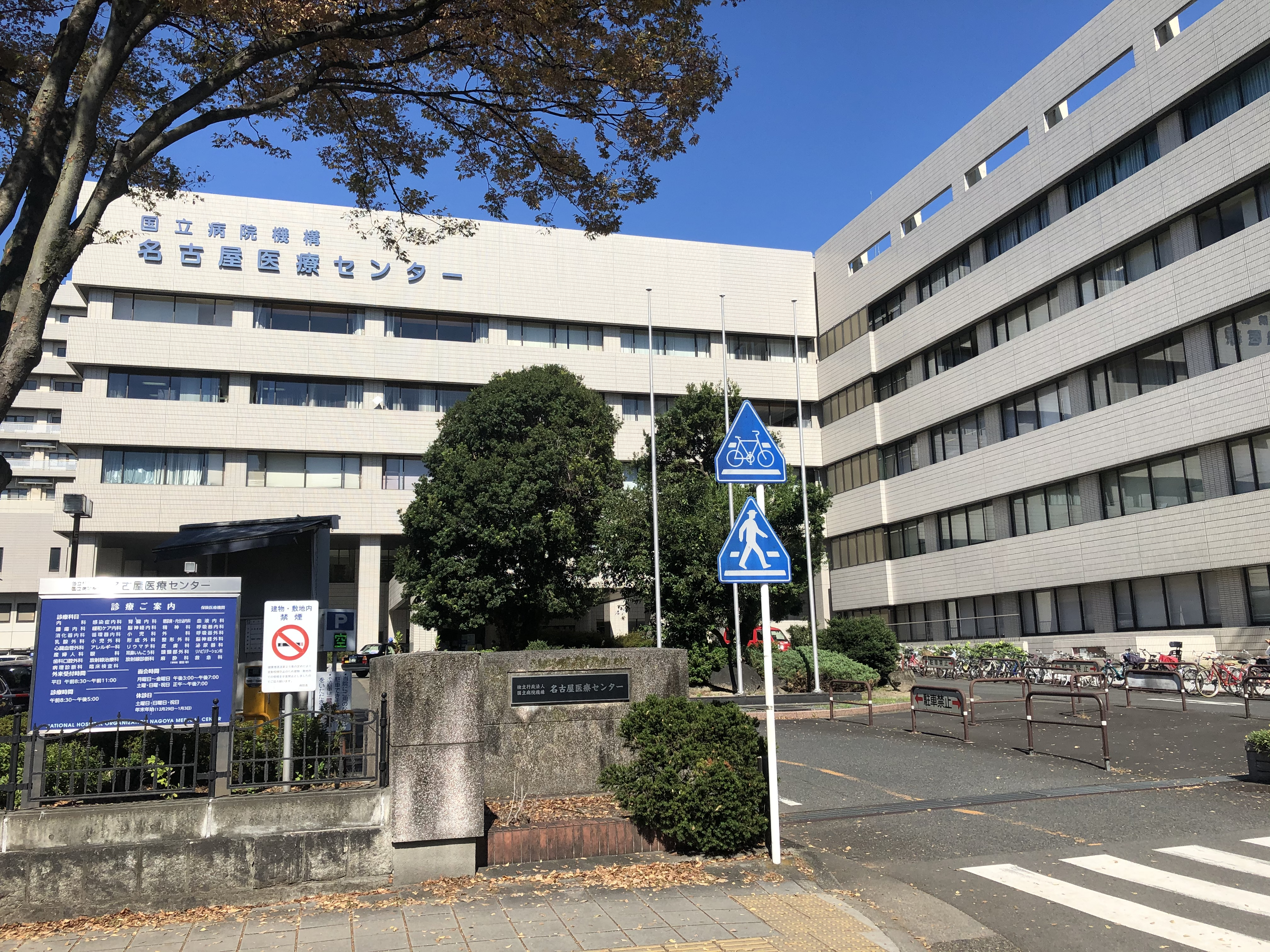
名古屋医療センター

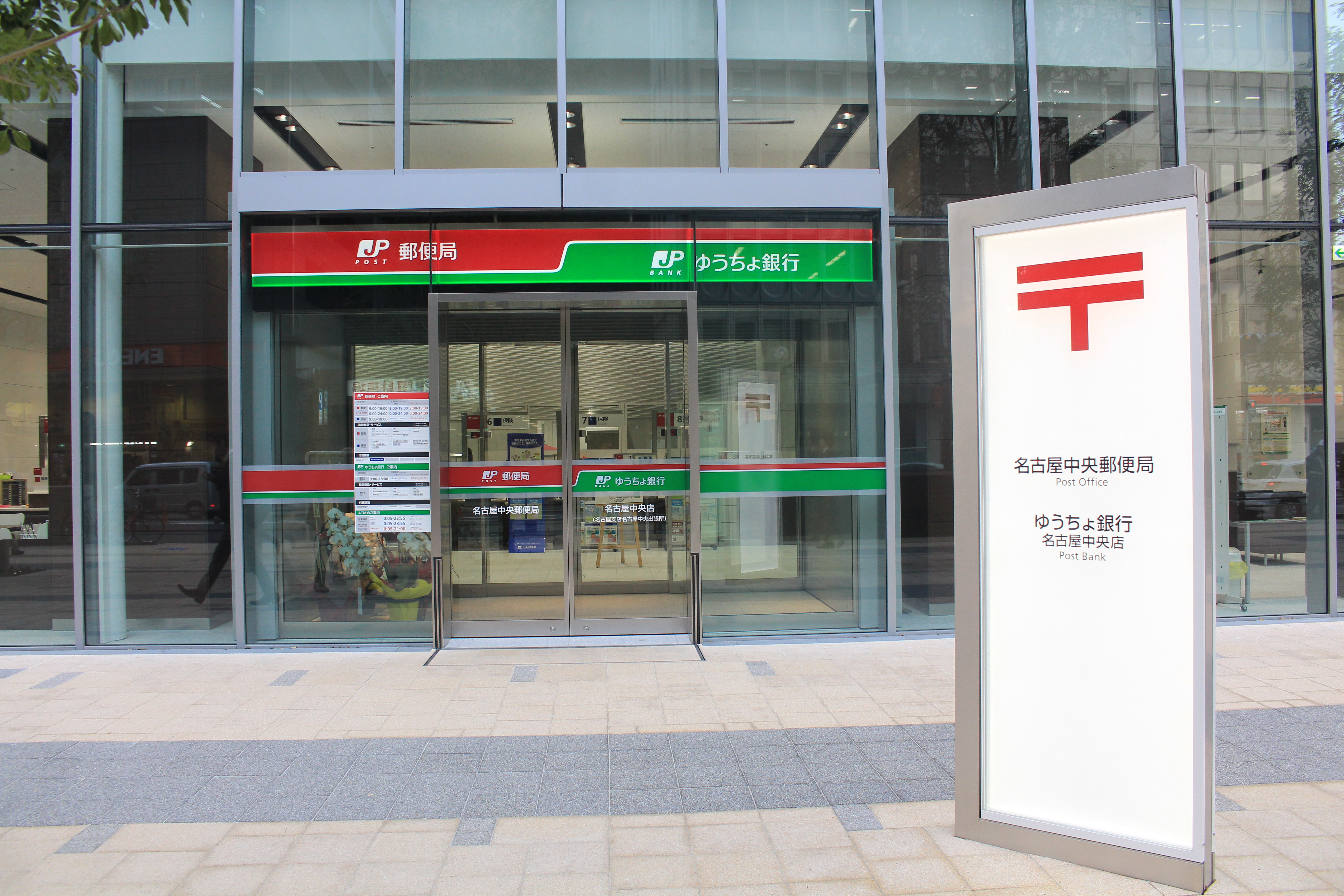
名古屋中央郵便局

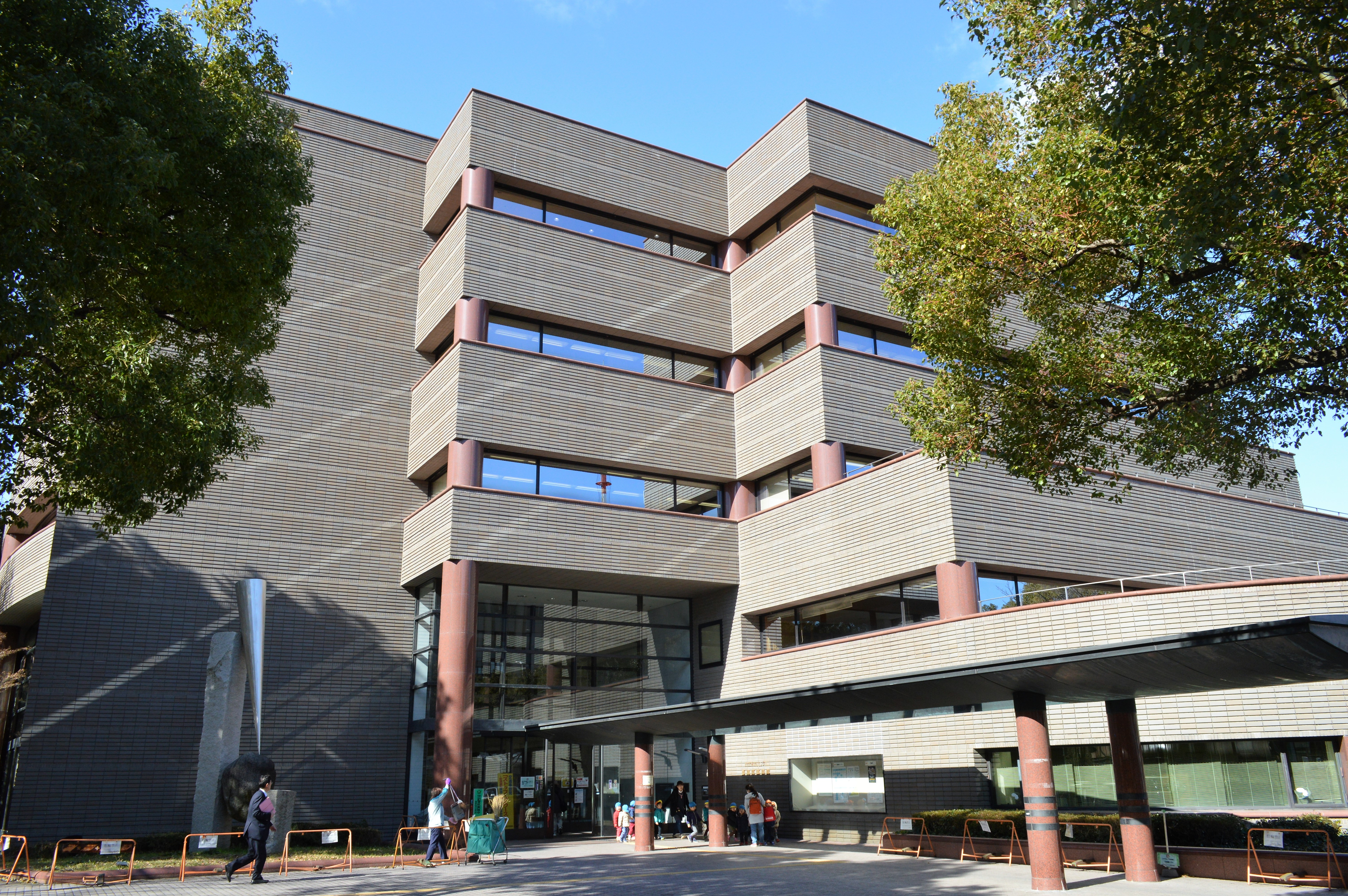
愛知県図書館

#### 警察
本部
- 愛知県警察

警察署
- 千種警察署
- 東警察署
- 北警察署
- 西警察署
- 中村警察署
- 中警察署
- 昭和警察署
- 瑞穂警察署
- 熱田警察署
- 中川警察署
- 南警察署
- 港警察署
- 緑警察署
- 名東警察署
- 天白警察署
- 守山警察署

#### 消防
本部
- 名古屋市消防局

消防署
- 千種消防署
- 東消防署
- 北消防署
- 西消防署
- 中村消防署
- 中消防署
- 昭和消防署
- 瑞穂消防署
- 熱田消防署
- 中川消防署
- 南消防署
- 港消防署
- 緑消防署
- 名東消防署
- 天白消防署
- 守山消防署

#### 医療
愛知県災害拠点病院
- 中京病院（南区）
- 中部労災病院（港区）
- 名古屋医療センター（中区）
- 名古屋掖済会病院（中川区）
- 名古屋記念病院（天白区）
- 名古屋市立大学病院（瑞穂区）
- 名古屋市立大学医学部附属西部医療センター（北区）
- 名古屋市立大学医学部附属東部医療センター（千種区）
- 名古屋第一赤十字病院（中村区）
- 名古屋第二赤十字病院（昭和区）
- 名古屋大学医学部附属病院（昭和区）

#### 郵便局
主な郵便局
- 名古屋中央郵便局
- 千種郵便局
- 名古屋東郵便局
- 名古屋北郵便局
- 名古屋西郵便局
- 中村郵便局
- 名古屋中郵便局
- 昭和郵便局
- 瑞穂郵便局
- 熱田郵便局
- 中川郵便局
- 名古屋南郵便局
- 名古屋港郵便局
- 名古屋緑郵便局
- 名東郵便局
- 天白郵便局
- 守山郵便局
- 名古屋神宮郵便局

#### 文化施設
図書館
- 愛知県図書館
- 名古屋市鶴舞中央図書館
- 名古屋市千種図書館
- 名古屋市東図書館
- 名古屋市北図書館
- 名古屋市西図書館
- 名古屋市中村図書館
- 名古屋市瑞穂図書館
- 名古屋市熱田図書館
- 名古屋市中川図書館
- 名古屋市南図書館
- 名古屋市港図書館
- 名古屋市緑図書館
- 名古屋市名東図書館
- 名古屋市天白図書館
- 名古屋市守山図書館
- 名古屋市楠図書館
- 名古屋市富田図書館
- 名古屋市南陽図書館
- 名古屋市志段味図書館
- 名古屋市山田図書館
- 名古屋市徳重図書館

交流施設
- 名古屋市生涯学習センター - 各区に所在

MICE施設
- 名古屋国際会議場（センチュリーホール）
- 名古屋市国際展示場（ポートメッセ名古屋）
- 名古屋市中小企業振興会館（吹上ホール）

## 対外関係

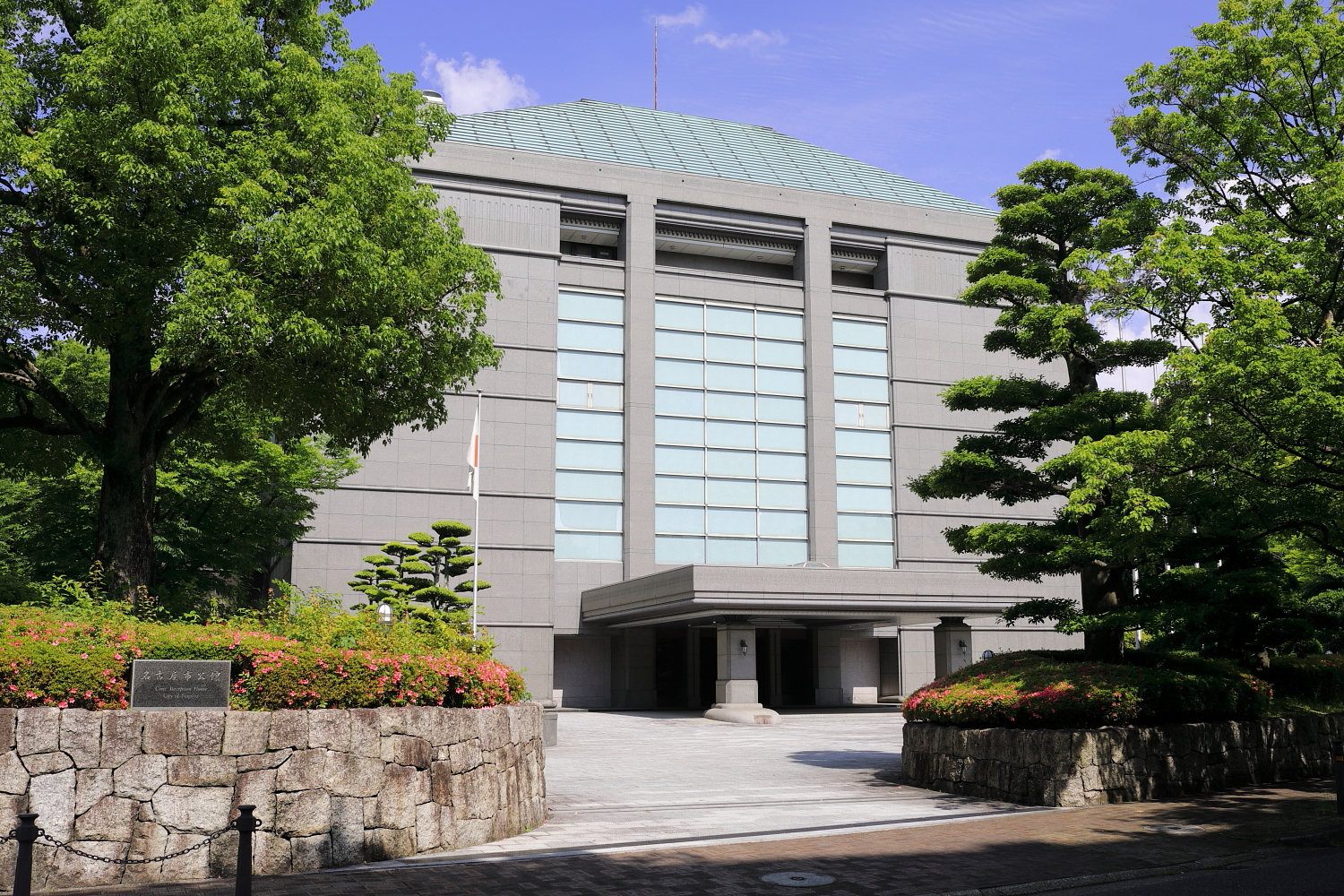
名古屋市公館
（名古屋迎賓館）

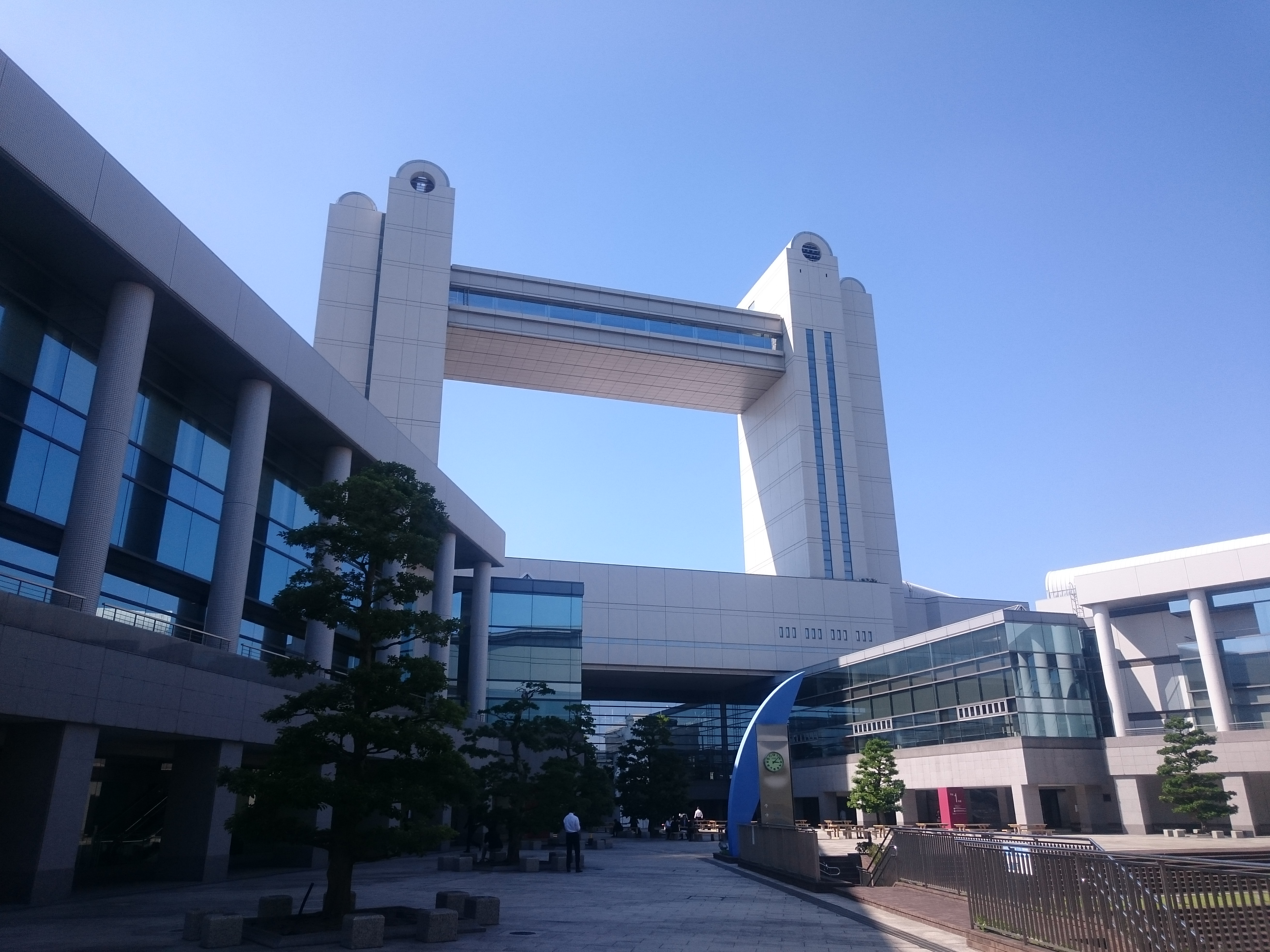
中日本におけるMICE施設の1つである名古屋国際会議場

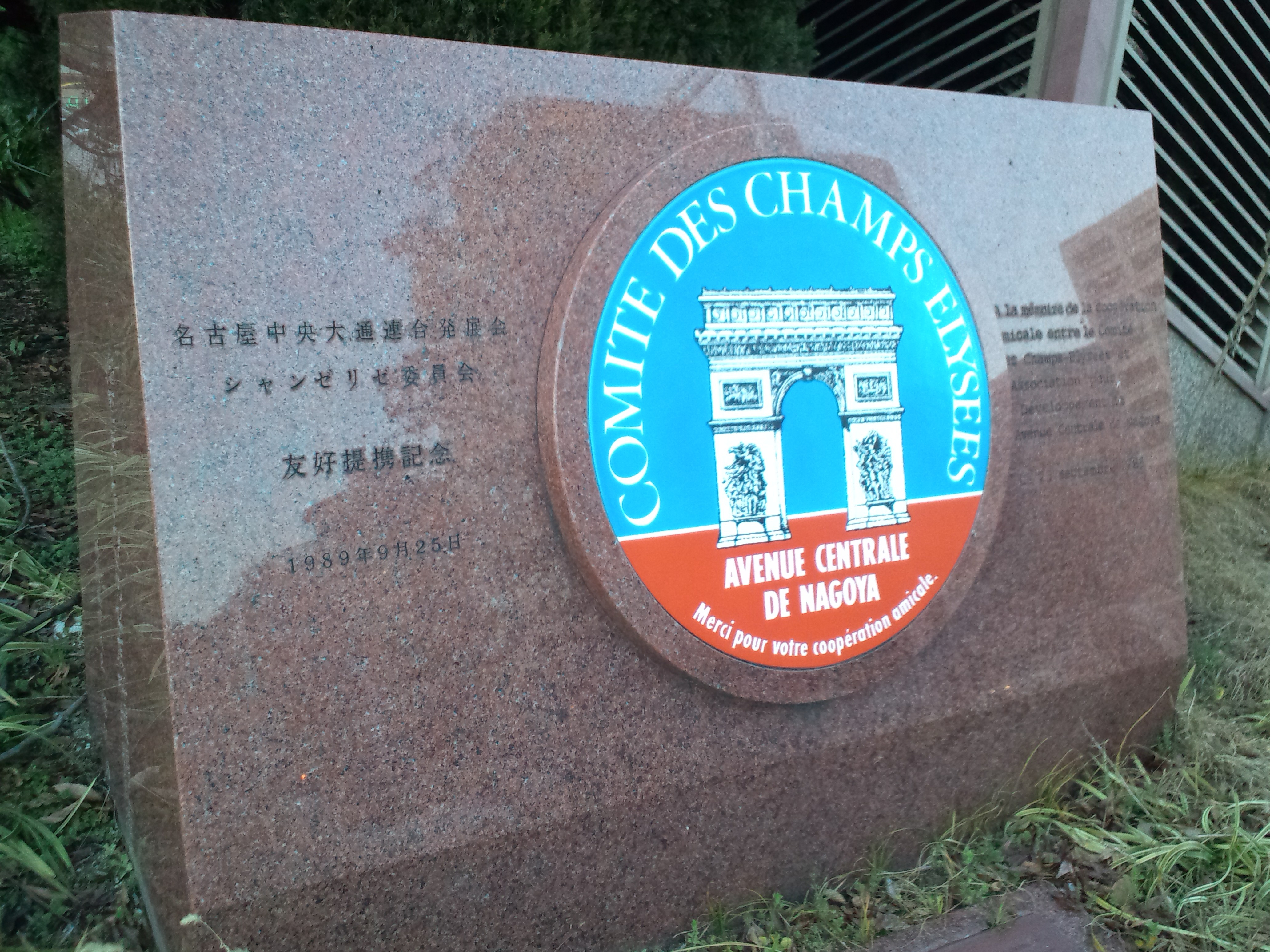
久屋大通公園にあるシャンゼリゼ委員会との友好提携記念碑

### 姉妹都市・提携都市
名古屋市の姉妹友好提携都市は6国の6都市と結ばれており、さまざまな分野での交流が年間を通して両都市間で活発に行われている。また、各都市からの記念品が名古屋市中区三の丸の名古屋市公館（名古屋迎賓館）地下1階にある国際交流展示室や久屋大通公園で一般公開されている。なお2012年から南京市とは交流を停止している。

#### 海外
姉妹都市
| 都市名         | 国名               | 地域名                      | 提携年月日                 |
| -------------- | ------------------ | --------------------------- | -------------------------- |
| ロサンゼルス市 | アメリカ合衆国     | カリフォルニア州            | 1959年（昭和34年）4月1日   |
| メキシコ市     | メキシコ合衆国     | メキシコシティ              | 1978年（昭和53年）2月16日  |
| 南京市         | 中華人民共和国     | 江蘇省                      | 1978年（昭和53年）12月21日 |
| シドニー市     | オーストラリア連邦 | ニューサウスウェールズ州    | 1980年（昭和55年）9月16日  |
| トリノ市       | イタリア共和国     | ピエモンテ州 トリノ県       | 2005年（平成17年）5月27日  |
| ランス市       | フランス共和国     | グラン・テスト地方 マルヌ県 | 2017年（平成29年）10月20日 |

パートナー都市
| 都市名         | 国名                 | 地域名             | 提携年月日                 |
| -------------- | -------------------- | ------------------ | -------------------------- |
| 台中市         | 中華民国（台湾）     | 直轄市             | 2019年（令和元年）10月25日 |
| タシュケント市 | ウズベキスタン共和国 | タシュケント特別市 | 2019年（令和元年）12月18日 |

その他
| 名称                           | 国名           | 地域名                          | 提携年月日                                          |
| ------------------------------ | -------------- | ------------------------------- | --------------------------------------------------- |
| シャンゼリゼ通                 | フランス共和国 | イル・ド・フランス地方 パリ     | 1989年（平成元年）9月26日 久屋大通と友好提携調印    |
| ルイーズ通                     | ベルギー王国   | ブリュッセル首都圏 ブリュッセル | 2014年（平成26年）9月25日 栄町商店街と姉妹提携調印  |
| パサージュ・デ・パノラマ商店街 | フランス共和国 | イル・ド・フランス地方 パリ     | 2015年（平成27年）4月2日 円頓寺商店街と友好提携調印 |

- 健康都市連合
それぞれの都市の居住者の健康を守り、また生活の質の向上のために取り組む複数の都市のネットワークである。
- イクレイ
持続可能性を目指す地方自治体による国際的な組織。愛知県と豊田市も所属している。

#### 日本
提携都市
| 都市名     | 都道府県 | 地方名   | 提携年月日                                          |
| ---------- | -------- | -------- | --------------------------------------------------- |
| 豊田市     | 愛知県   | 中部地方 | 1986年（昭和61年）10月24日 ふれあい交流協定提携調印 |
| 中津川市   | 岐阜県   | 中部地方 | 1986年（昭和61年）10月24日 ふれあい交流協定提携調印 |
| 陸前高田市 | 岩手県   | 東北地方 | 2014年（平成26年）10月28日 産業振興協定提携調印     |

その他
- 織田信長サミット
2009年（平成21年）より、織田信長との関係が深い市町および関係を大切にしている市町の集まりに参加している。

### 姉妹港・友好提携港

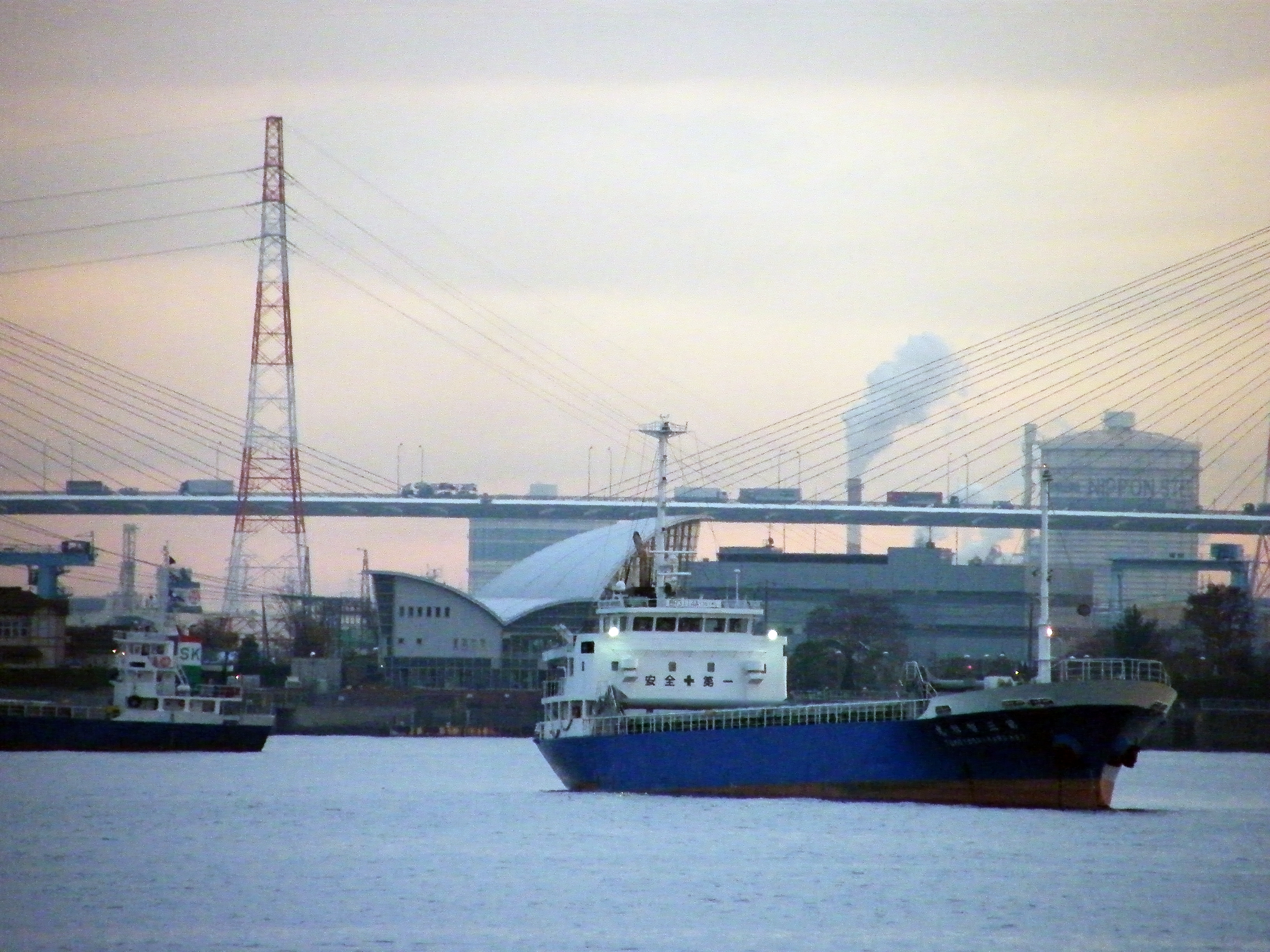
奥に見えるのは名港トリトン（名港西大橋）

名古屋港は日本の主要な国際貿易港（五大港）のひとつであり、2016年度のデータでは、取扱貨物量は国内最大、貿易額においては東京港に次いで2位。黒字幅が大きいのが特徴で輸出額に絞れば約11.7兆円と突出した規模である。
友好姉妹港
| 港湾名           | 国名・地域名                                | 提携年月日                                    |
| ---------------- | ------------------------------------------- | --------------------------------------------- |
| ロサンゼルス港   | アメリカ合衆国 カリフォルニア州             | 1959年（昭和34年）3月31日 友好姉妹港提携調印  |
| フリーマントル港 | オーストラリア連邦 西オーストラリア州       | 1983年（昭和58年）4月19日 友好姉妹港提携調印  |
| ボルティモア港   | アメリカ合衆国 メリーランド州               | 1985年（昭和60年）10月24日 友好姉妹港提携調印 |
| シドニー港       | オーストラリア連邦 ニューサウスウェールズ州 | 2010年（平成22年）11月4日 友好姉妹港提携調印  |

友好港
| 港湾名         | 国名・地域名                          | 提携年月日                                |
| -------------- | ------------------------------------- | ----------------------------------------- |
| アントワープ港 | ベルギー王国 アントワープ州           | 1988年（昭和63年）11月16日 友好港提携調印 |
| ブルージュ港   | ベルギー王国 ウェスト・フランデレン州 | 2013年（平成25年）7月 友好港提携調印      |

友好交流港
| 港湾名 | 国名・地域名          | 提携年月日                                   |
| ------ | --------------------- | -------------------------------------------- |
| 上海港 | 中華人民共和国 直轄市 | 2003年（平成15年）2月25日 友好交流港提携調印 |

### 姉妹空港・提携空港
名古屋市を含む4市町にまたがる県営名古屋空港は、アメリカ合衆国ワシントン州のモーゼスレイク市にあるグラント郡国際空港と姉妹空港提携を行っている。
| 空港名             | 国名・地域名                | 提携年月日                                              |
| ------------------ | --------------------------- | ------------------------------------------------------- |
| グラント郡国際空港 | アメリカ合衆国 ワシントン州 | 2016年（平成28年）10月18日 県営名古屋空港と姉妹提携調印 |

### 国際機関

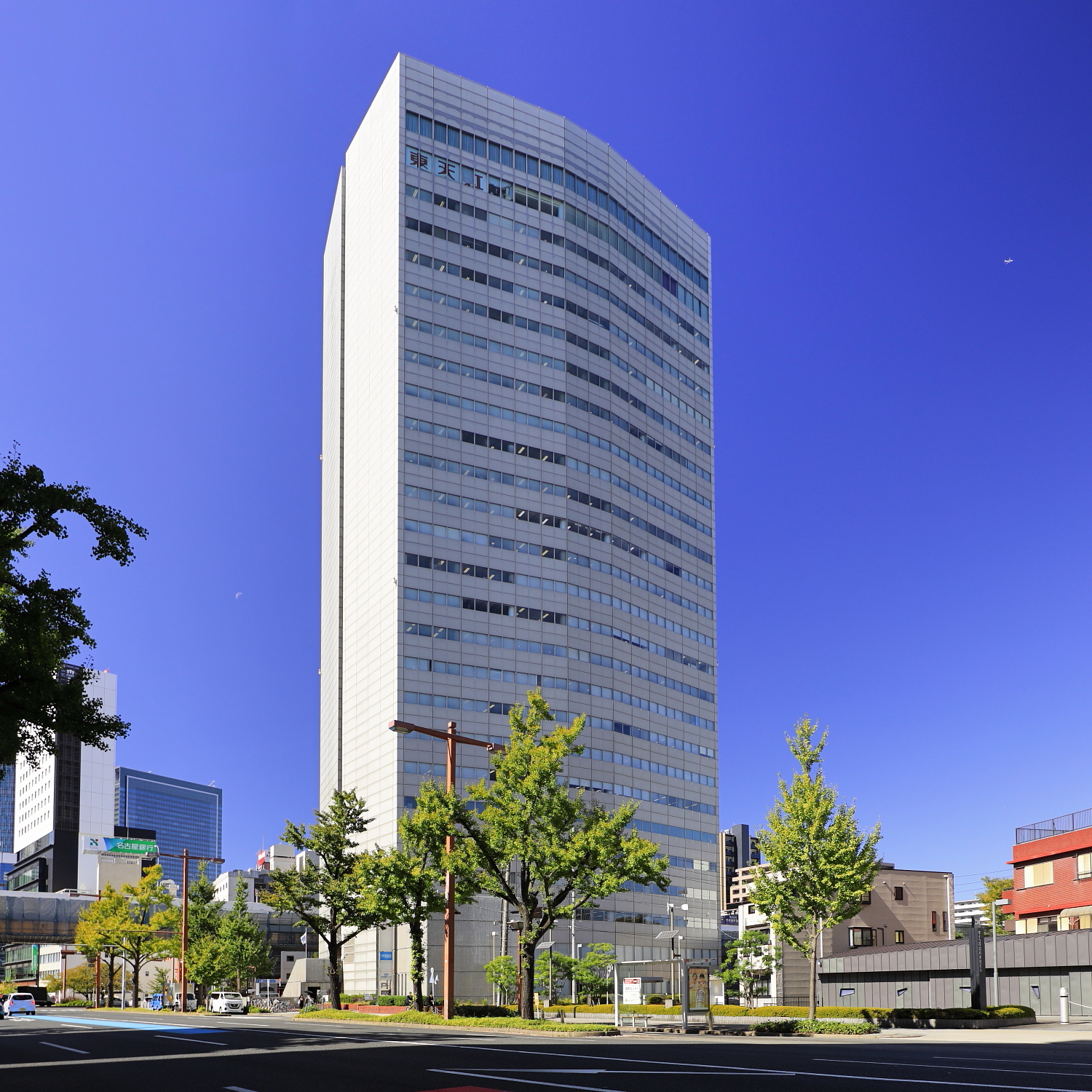
名古屋国際センター

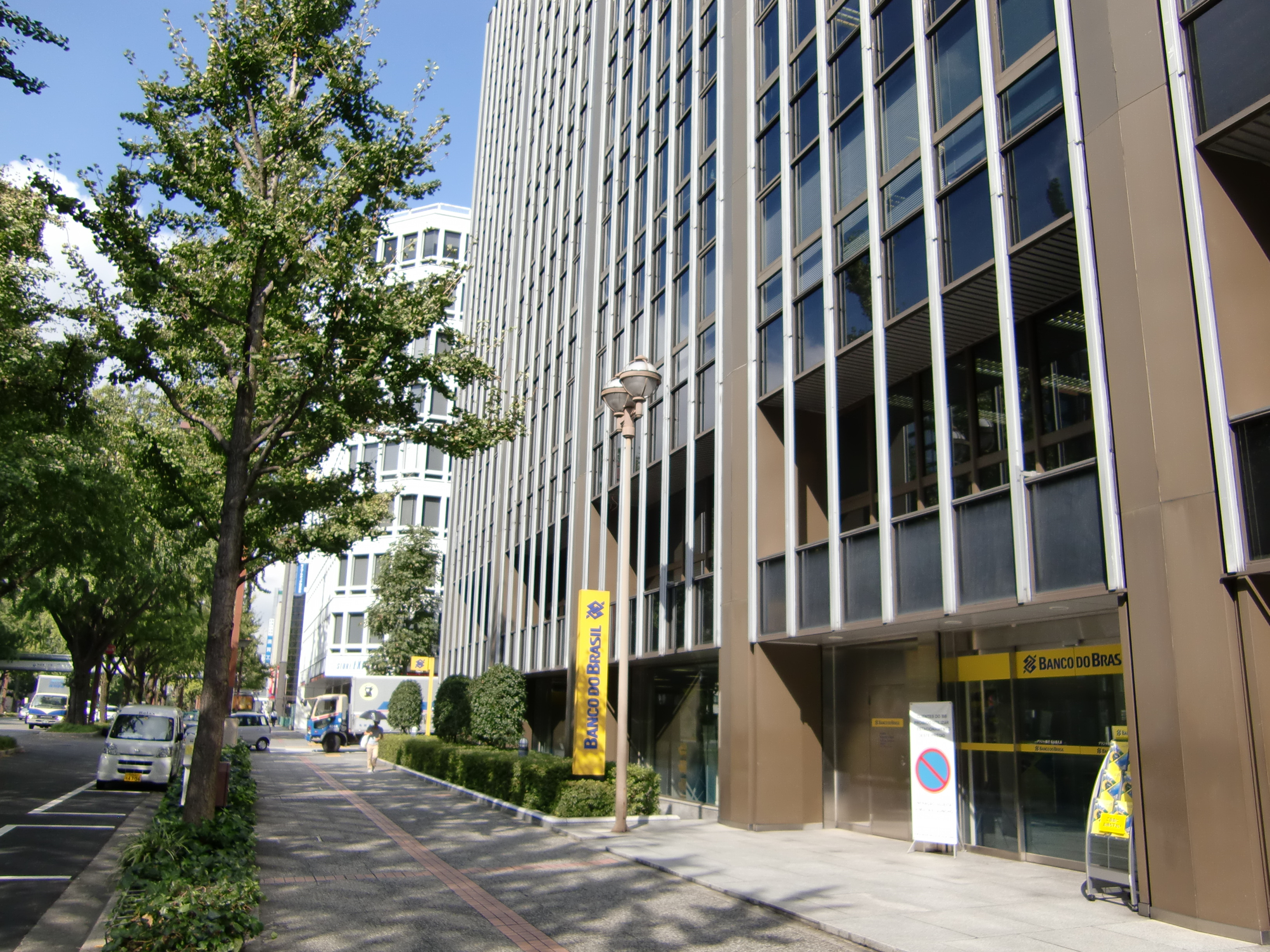
ブラジル銀行名古屋支店

#### 国際連合機関
- 国際連合地域開発センター
- 愛知県図書館（国際連合寄託図書館）（2010年度をもって指定解除）

#### 領事館
総領事館
- 在名古屋大韓民国総領事館（朝鮮語版）
- 在名古屋中華人民共和国総領事館
- 在名古屋トルコ共和国総領事館
- 在名古屋フィリピン共和国総領事館[72]
- 在名古屋ブラジル連邦共和国総領事館
- 在名古屋ペルー共和国総領事館

領事館
- 在名古屋アメリカ合衆国領事館
- 在名古屋カナダ領事館

名誉総領事館
- 在名古屋ガンビア共和国名誉総領事館
- 在名古屋コスタリカ共和国名誉総領事館
- 在名古屋シンガポール共和国名誉総領事館
- 在名古屋タイ王国名誉総領事館

名誉領事館
- 在名古屋アンゴラ共和国名誉領事館
- 在名古屋イスラエル国名誉領事館
- 在名古屋インドネシア共和国名誉領事館
- 在名古屋ウズベキスタン共和国名誉領事館
- 在名古屋エチオピア連邦民主共和国名誉領事館
- 在名古屋オーストリア共和国名誉領事館
- 在名古屋オランダ王国名誉領事館
- 在名古屋カンボジア王国名誉領事館
- 在名古屋ケニア共和国名誉領事館
- 在名古屋コロンビア共和国名誉領事館
- 在名古屋スペイン王国名誉領事館
- 在名古屋スリランカ民主社会主義共和国名誉領事館
- 在名古屋ニュージーランド名誉領事館
- 在名古屋ハンガリー名誉領事館
- 在名古屋バングラデシュ人民共和国名誉領事館
- 在名古屋フィンランド共和国名誉領事館
- 在名古屋フランス共和国名誉領事館
- 在名古屋ベトナム社会主義共和国名誉領事館
- 在名古屋ベルギー王国名誉領事館
- 在名古屋ポルトガル共和国名誉領事館
- 在名古屋ミャンマー連邦共和国名誉領事館
- 在名古屋モンゴル国名誉領事館
- 在名古屋ラオス人民民主共和国名誉領事館
- 在名古屋ラトビア共和国名誉領事館

#### 金融機関
- オーストラリア銀行 名古屋支店
- クレディ・スイス 名古屋オフィス
- 中国銀行 名古屋支店
- ドイツ銀行 名古屋支店
- ニュージーランド銀行 名古屋支店
- 香港上海銀行 名古屋出張所
- ブラジル銀行 名古屋支店
- UBS銀行 名古屋出張所
- SBJ銀行 名古屋支店

#### 外国政府関連機関
- 名古屋アメリカンセンター
- 在日米国商工会議所
- 米国・ウエストバージニア州政府 日本代表事務所
- 愛知日仏協会 アリアンスフランセーズ
- フランス・アルザス 日本事務所（CEEJA）
- フランス商工会議所 中部支社（CCIフランス）[73]
- 英国政府 名古屋地域事務所
- 英国運輸省 日本事務所（VCA）
- 東海日中貿易センター
- 中国江蘇省国際交流センター 駐日連絡事務所
- 名古屋華僑総会
- 愛知華僑総会
- 韓国観光公社 名古屋支社
- 大韓貿易投資振興公社 名古屋貿易館（KOTRA）
- ブラジル旅行社 名古屋営業所

## 経済
| 名古屋証券取引所 |  | 中部経済連合会 |
| 名古屋証券取引所 |  | 中部経済連合会 |

| 名古屋商工会議所 |  | 日本銀行名古屋支店 |
| 名古屋商工会議所 |  | 日本銀行名古屋支店 |

| 広小路通から見た金融街の伏見 |  | 名古屋中小企業投資育成株式会社（ベンチャーキャピタル） |
| 広小路通から見た金融街の伏見 |  | 名古屋中小企業投資育成株式会社（ベンチャーキャピタル） |

中日本・中部地方の経済の中心地である。名古屋市を核とする中京圏の域内総生産は約4,038億ドル(2021年度)であり、これは国内で3番目、世界で第40番目の規模である。
日本三大証券取引所の一角である名古屋証券取引所や名古屋商工会議所・中部経済連合会などの金融商品取引所や経済団体などが存在する。
名古屋港は日本を代表する国際貿易港であり、2018年での取扱貨物量および貿易額は横浜港や神戸港を上回り全国一であった。
2017年度の名古屋市の名目市内総生産は13兆5,860億円である。
名古屋中小企業投資育成などのベンチャーキャピタルも所在し、投資先企業の価値向上を図るなど活発的な経済活動が行われている。近年では、日本の中央部に位置している立地を活かして「グレーター・ナゴヤ・イニシアティブ（GNI）」のような、域内の産業経済をより世界にオープンなものとし、世界から優れた「企業・技術・人・情報」を呼び込むことを目的とした、行政・産業界・大学・研究機関など官民が一体となって行うプロモーション活動、企業誘致活動などが日本初のモデルプロジェクトとして行われている。
名古屋市の都市開発は高度成長期の昭和30年代半ば以降、市の外縁部で大きく進んだが、その恩恵を主に受けたのは名東区・天白区などの市東部である一方、中川区・港区などの市西部は交通網整備・住宅地開発などの都市開発が遅れ、1987年（昭和62年）時点では人口増加率・地価上昇率ともに市東部が市西部を著しく上回っていた。また市内の人口分布の中心を示す「人口重心」も初めて区政が敷かれた明治41年時点では中区栄三丁目（1988年当時、丸栄百貨店があった付近）に位置していた一方、戦前はまっすぐ南へ移動していき、戦後になると東または南東方向へ移動するようになり、特に1970年（昭和45年）から1975年（昭和50年）にかけては東進が著しかった。1970年（昭和45年）以降は1985年（昭和60年）時点まで、市の人口重心は昭和区に位置していた。このことから名古屋の都市構造、および都市発展は東高西低と評されている。

### 第一次産業

#### 農業
市内の大半が宅地、商工業地帯となっているため全般には振るわない。農地の大半は庄内川以西の中川区や港区に立地し、野菜と水稲を栽培し、大消費地に立地するという優位性を生かした地産地消の推進に取り組んでいる。
- 鍋料理に欠かせない白菜の発祥の地である[78]。そのため現在でも白菜の品種名は「野崎白菜二号」や「愛知白菜」など名古屋と関連する名前が多い。
- フキの生産量が全国1位である愛知県東海市をはじめとして、名古屋市西部を中心に食用フキの栽培が盛んである。

#### 水産業
- 水産では下之一色町が1955年ごろまで漁港だった。その名残で魚市場が2021年3月まで存在していた[79]。
- 小規模ではあるが、市内の運河や堀川などから出航し、イカナゴ・イワシなどを漁獲する水産業もある。民間の釣り船では名古屋港内でハゼやスズキが釣れる。

### 第二次産業

#### 工業
豊田市や四日市市などとともに中京工業地帯の中核都市であり、自動車産業、航空宇宙産業、鉄道車両、鉄鋼、特殊鋼、電機、セラミックス産業などが盛んである。名古屋市の製造品出荷額は1991年度には6兆円を超えていたが、本社機能を残して工場が郊外・地方や海外に移転したことにより減少し、2017年度の統計では3兆3,636億円であった。
主要な製造業の工場
- ノリタケ本社工場（西区則武新町）[81]
- 東レ愛知工場（西区堀越）
- 三菱電機名古屋製作所（東区矢田南）
- アサヒビール名古屋工場（守山区西川原町）
- 三菱重工業岩塚工場（中村区岩塚町）
- 日清製粉名古屋工場（中川区長良町）
- 東海旅客鉄道名古屋工場（中川区長良町）
- リンナイ愛知工場（中川区愛知町）
- 中部鋼鈑本社工場（中川区小碓通）
- 中日本氷糖本社工場（中川区玉川町）
- 日本ガイシ名古屋工場（熱田区六野）
- 日本特殊陶業本社工場（瑞穂区須田町）
- 愛知機械工業熱田工場（熱田区）
- 愛知時計電機本社工場（熱田区千年）
- パロマ本社工場（瑞穂区桃園町）
- トヨトミ本社工場（瑞穂区桃園町）
- ブラザー工業瑞穂工場（瑞穂区）
- ブラザー工業桃園工場（瑞穂区桃園町）
- ブラザー工業星崎工場（南区）
- 大同特殊鋼星崎工場（南区大同町）
- 大同特殊鋼粉末工場（港区竜宮町）
- 大同特殊鋼滝春工場（南区滝春町）
- 三井化学名古屋工場（南区）
- 愛知機械工業永徳工場（港区野跡）
- UACJ名古屋製造所（港区千年）
- 三菱重工業名古屋航空宇宙システム製作所大江工場（港区大江町）
- 東レ名古屋事業場（港区大江町）
- 三菱ふそうトラック・バス大江工場（港区大江町）
- ニチハ名古屋工場（港区汐止町）
- ニップン名古屋工場（港区入船）
- 東亞合成名古屋工場（港区昭和町）
- 日本車輌鳴海工場（緑区鳴海町）

### 第三次産業

#### 商業

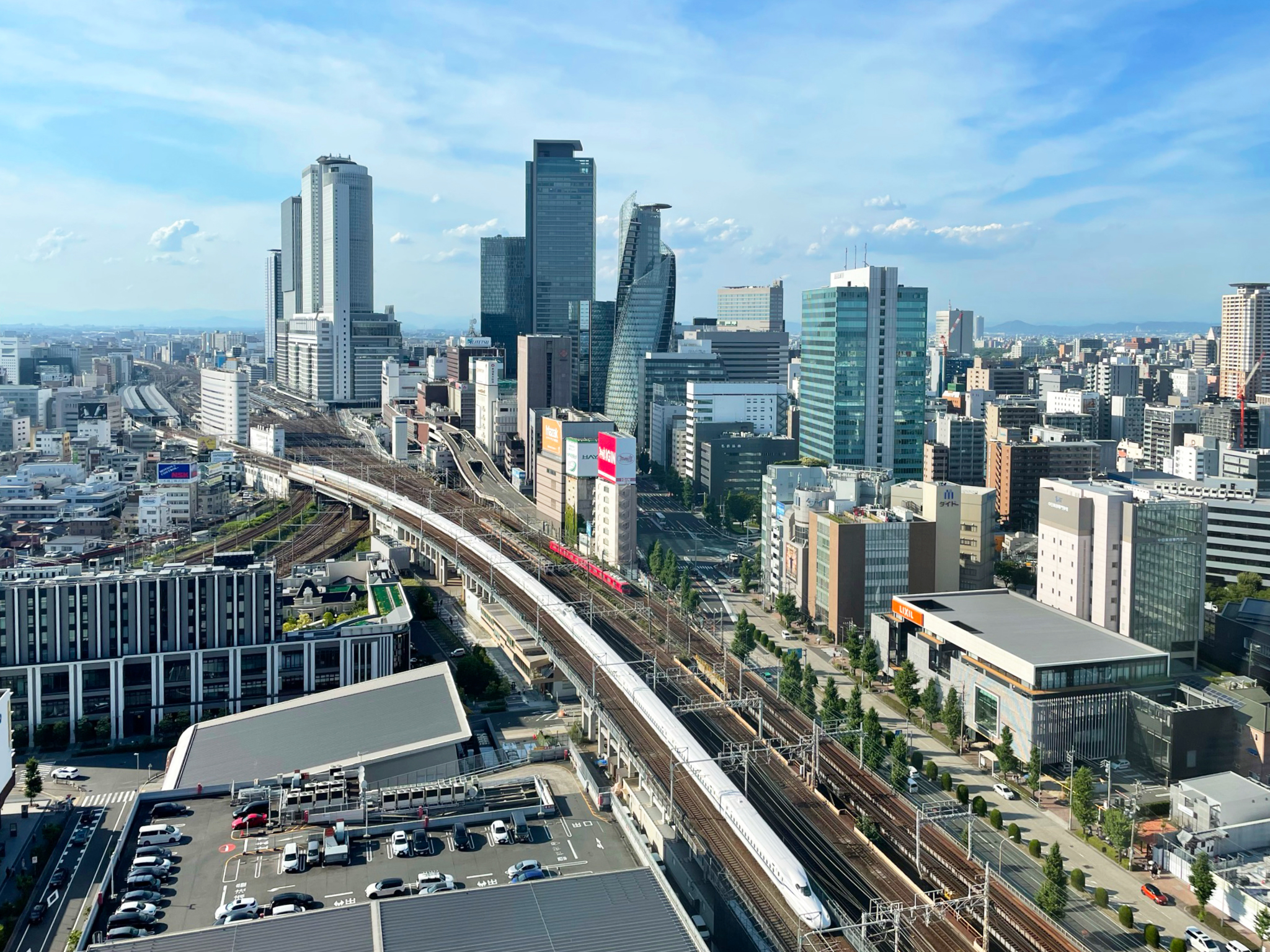
名古屋駅付近の高層ビル群（2022年）

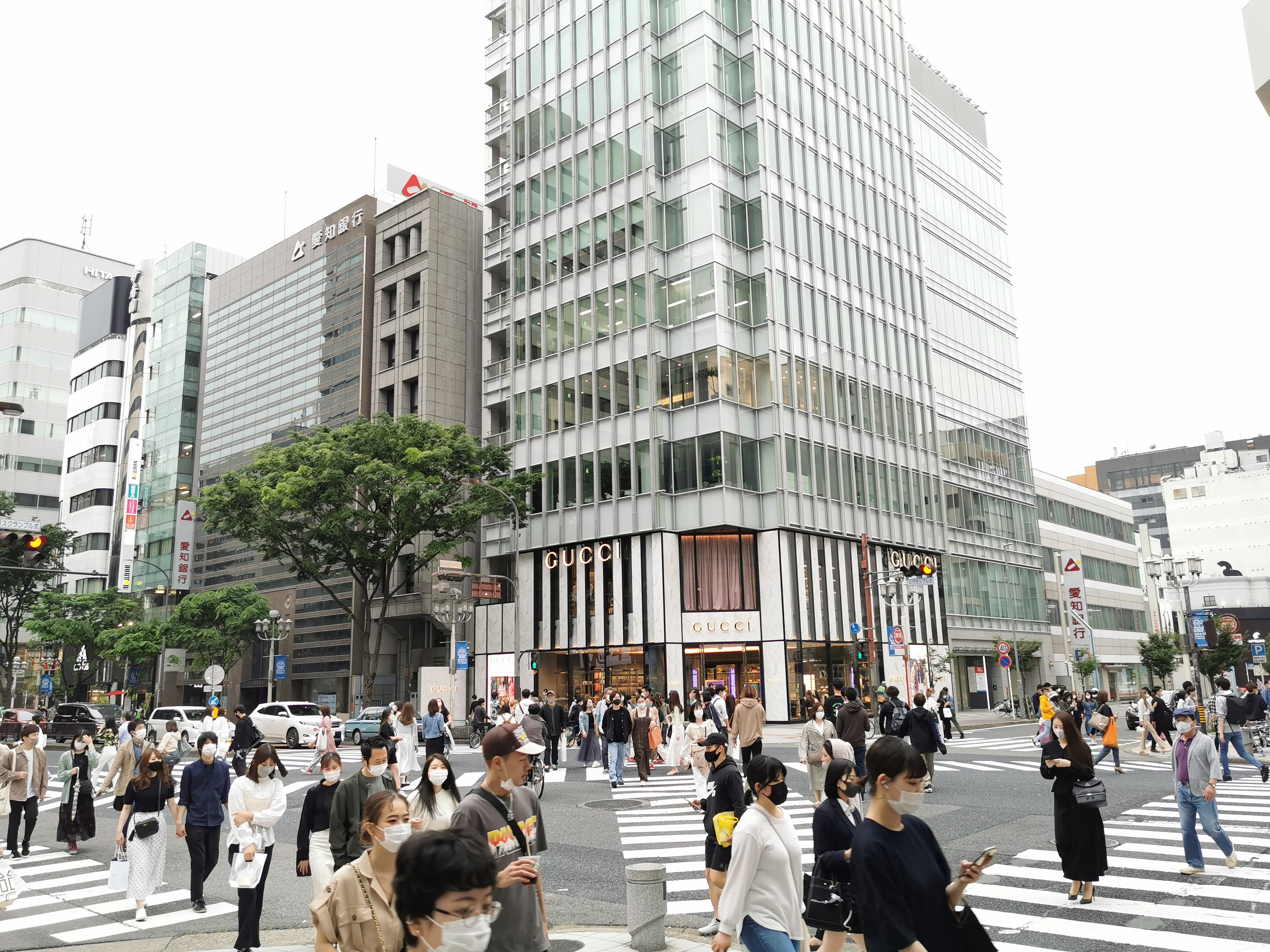
栄エリアにある大津通のスクランブル交差点（2021年）

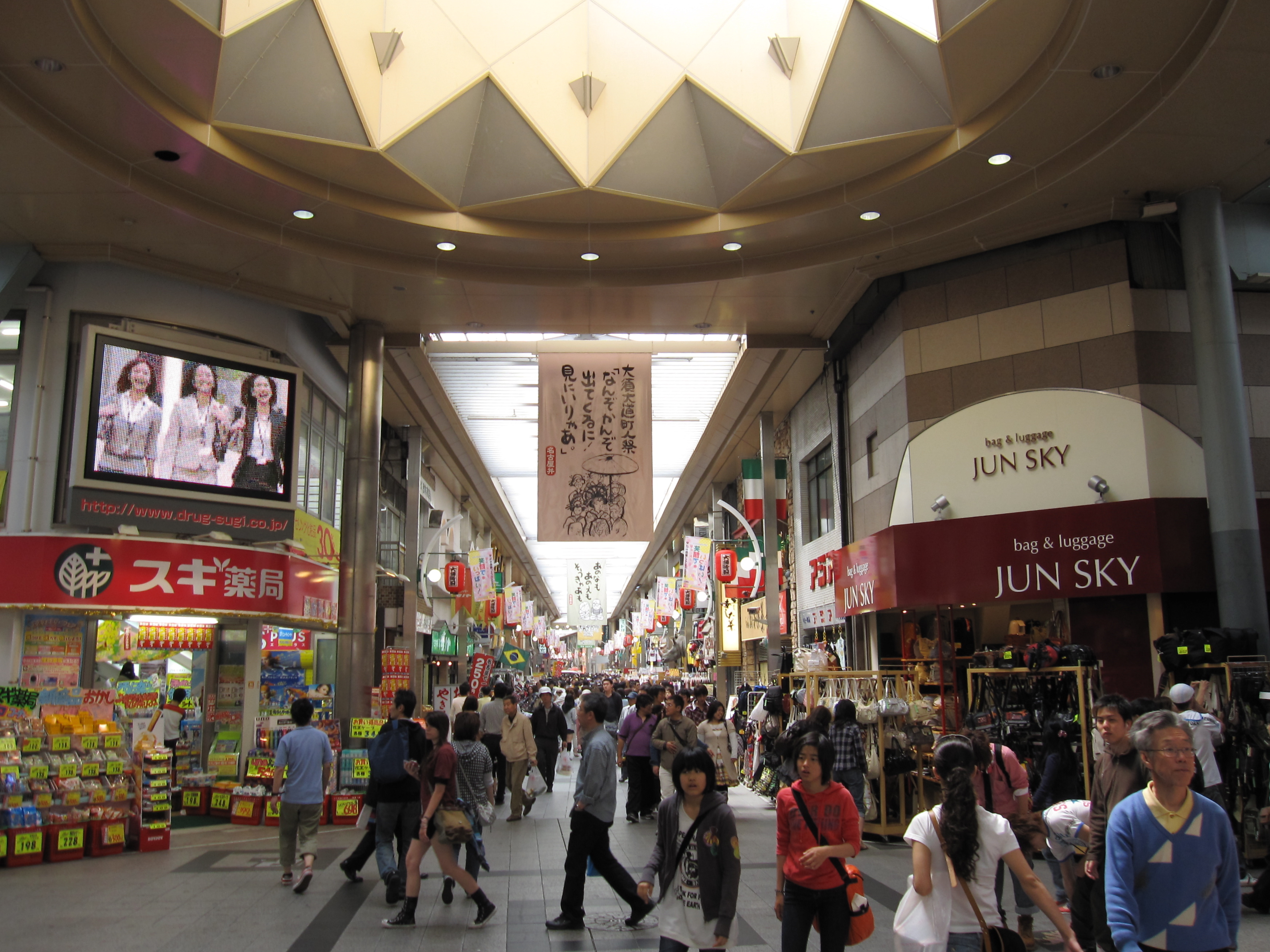
名古屋最大のアーケードが広がる大須（2009年）

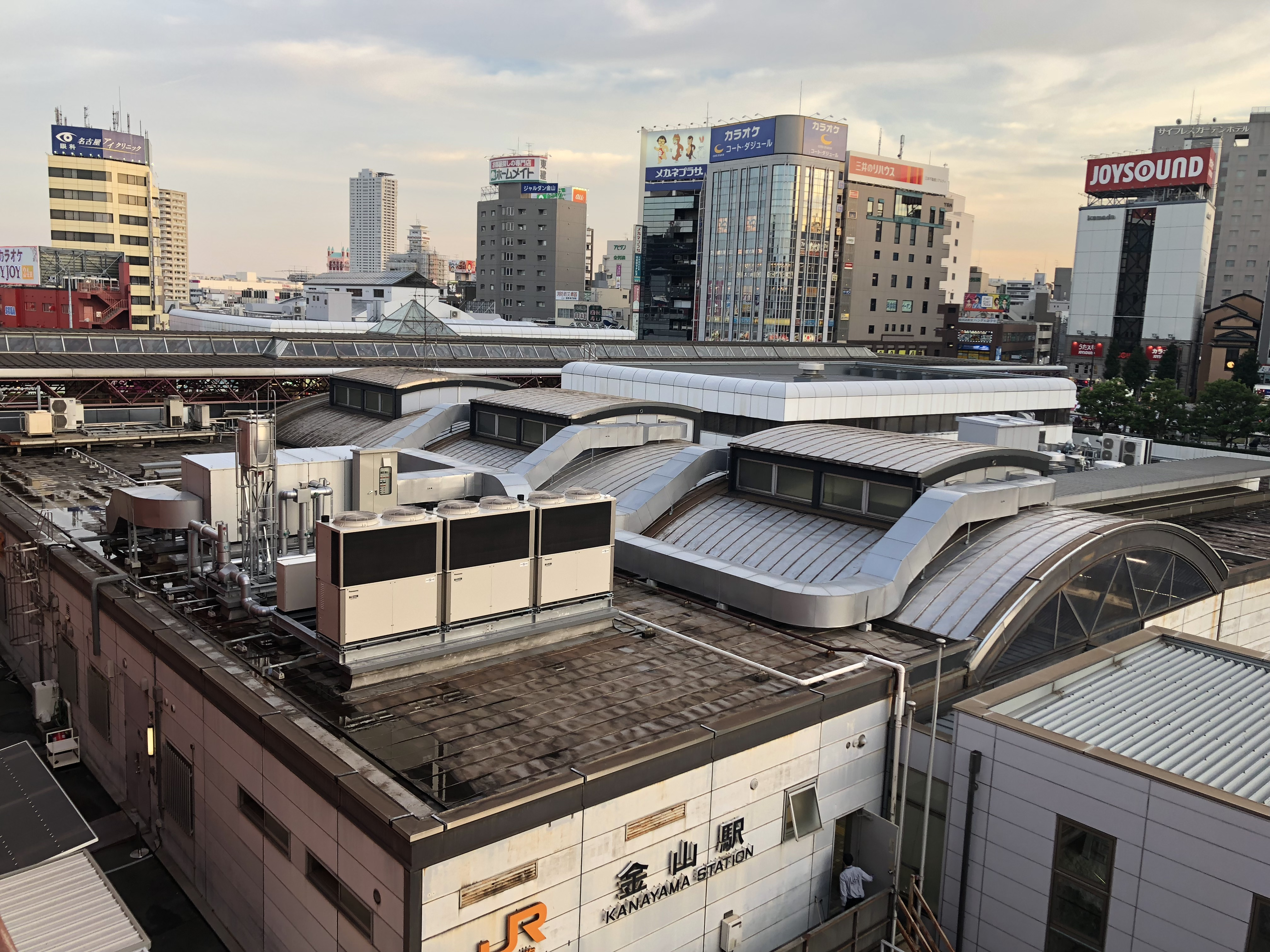
南部副都心である金山駅周辺（2018年）

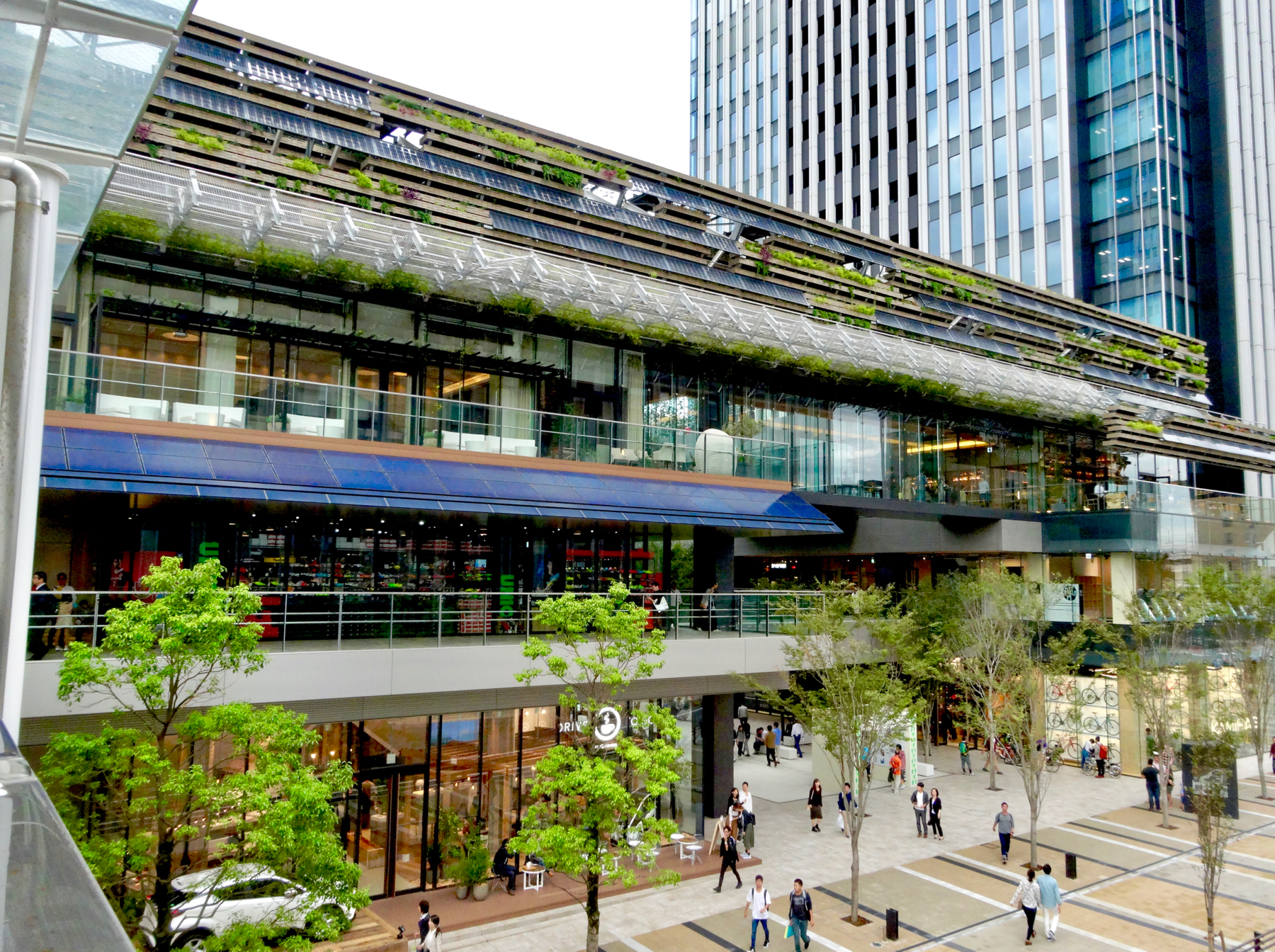
西部新都心となるささしまライブ24地区のグローバルゲート（2017年）

2007年度の名古屋市の卸売業販売額は約27兆656億円で全国で東京都区部・大阪市に次ぐ。また小売業販売額は約3兆1,917億円で東京都区部・大阪市・横浜市に次いで額が大きい。
2000年代に再開発が進み、名駅エリアを中心に高層ビルの建設が急速に進んでいる。2020年代になると栄エリアにも高層ビル建設が複数計画されている。
栄、名駅、大須、金山などが市外からも広く集客する繁華街となっており、栄と名駅一帯には広大な地下街が広がっている。東部の今池千種エリア、西部のささしまライブ24、南部の金山エリアや北部の大曽根エリアが、乗り換えのターミナルとなったり、新たなオフィス街が形成されるなど、副都心・新都心として発達している。
また、グルメ激戦区として名を馳せており、特有の文化を持った「名古屋めし」などを筆頭にさまざまな料理が集まる。2019年には、ミシュランガイド愛知・岐阜・三重2019特別版 が出版されるなど、世界的にも注目が集まっている。
栄

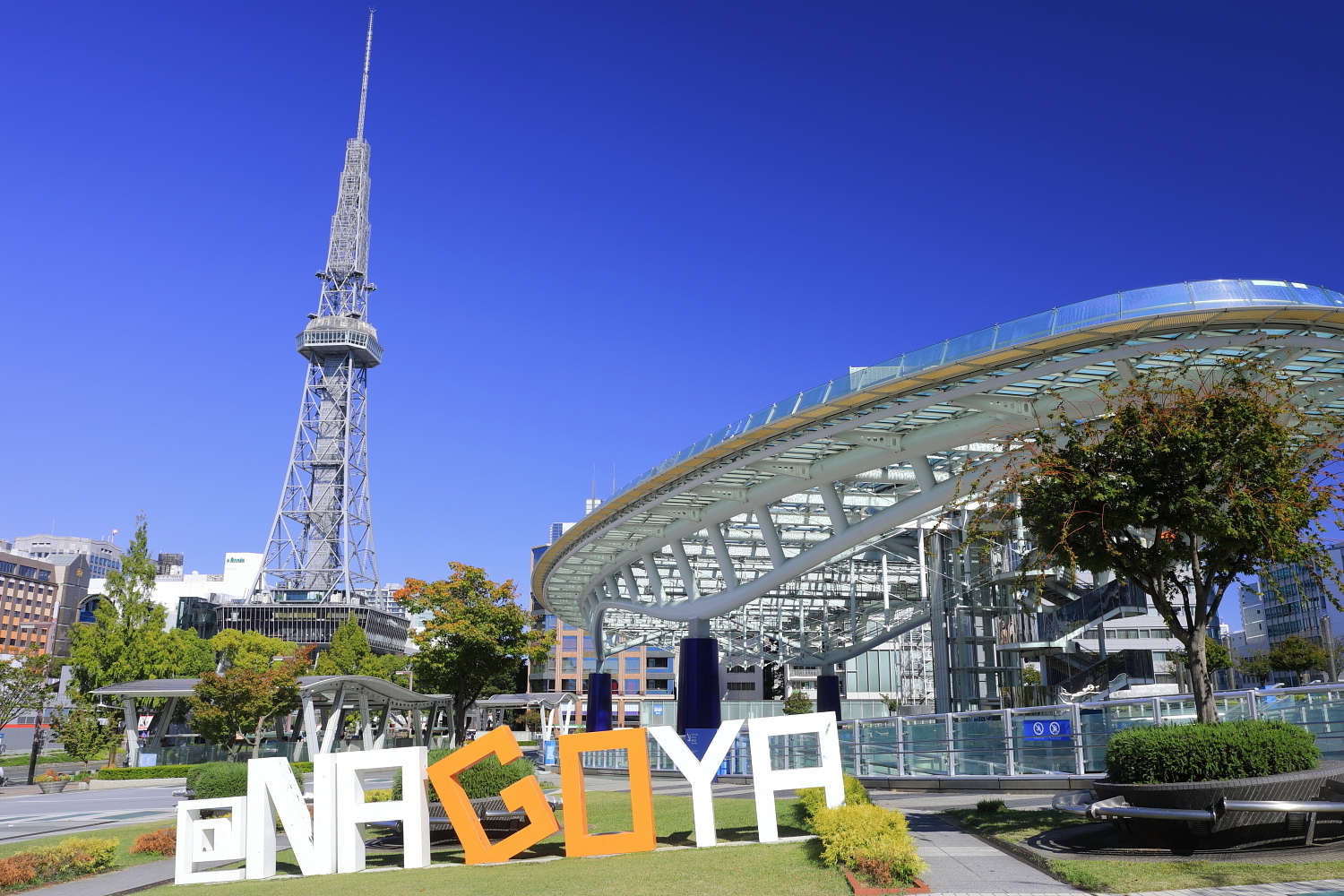
オアシス21
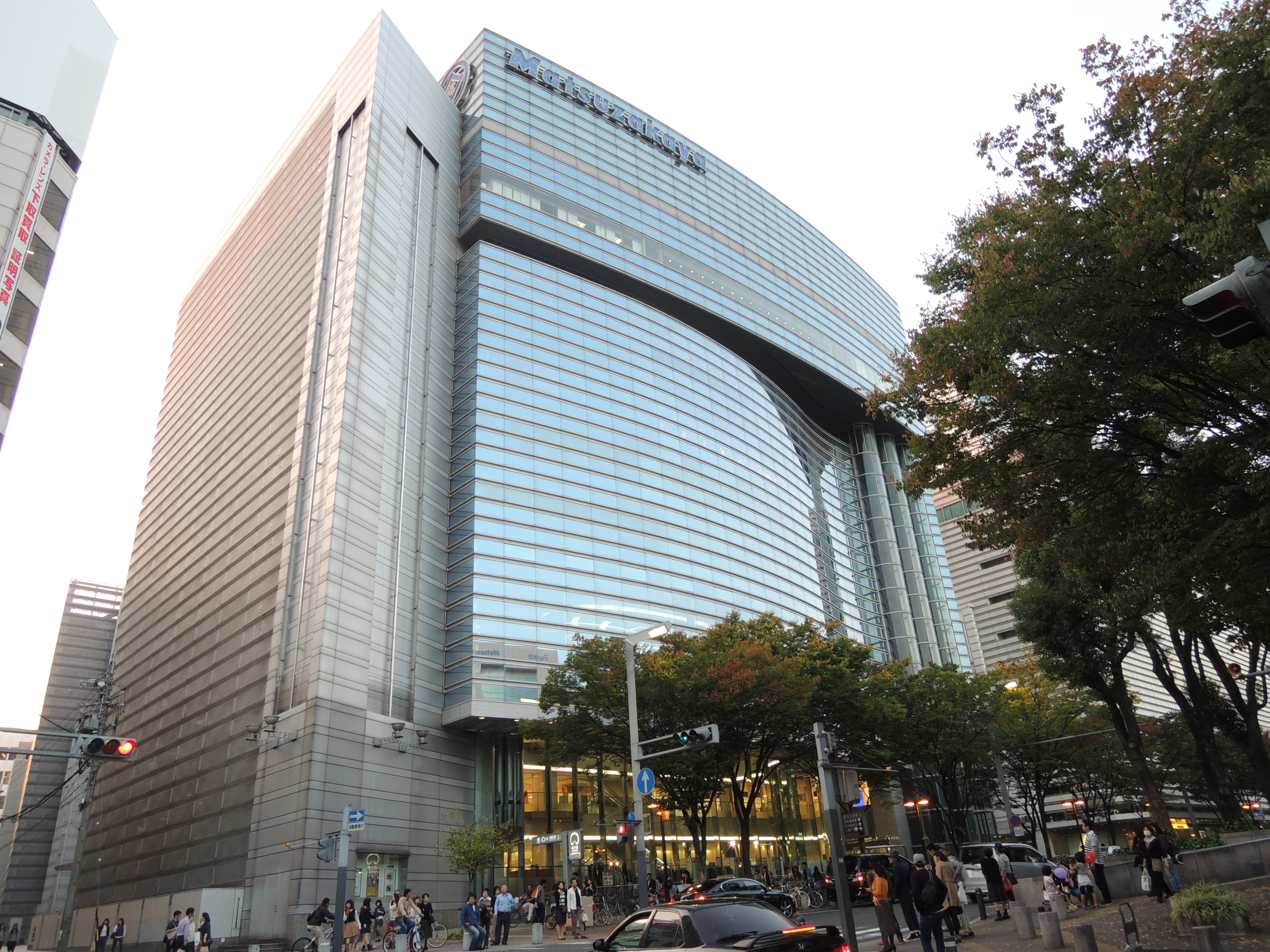
松坂屋名古屋店
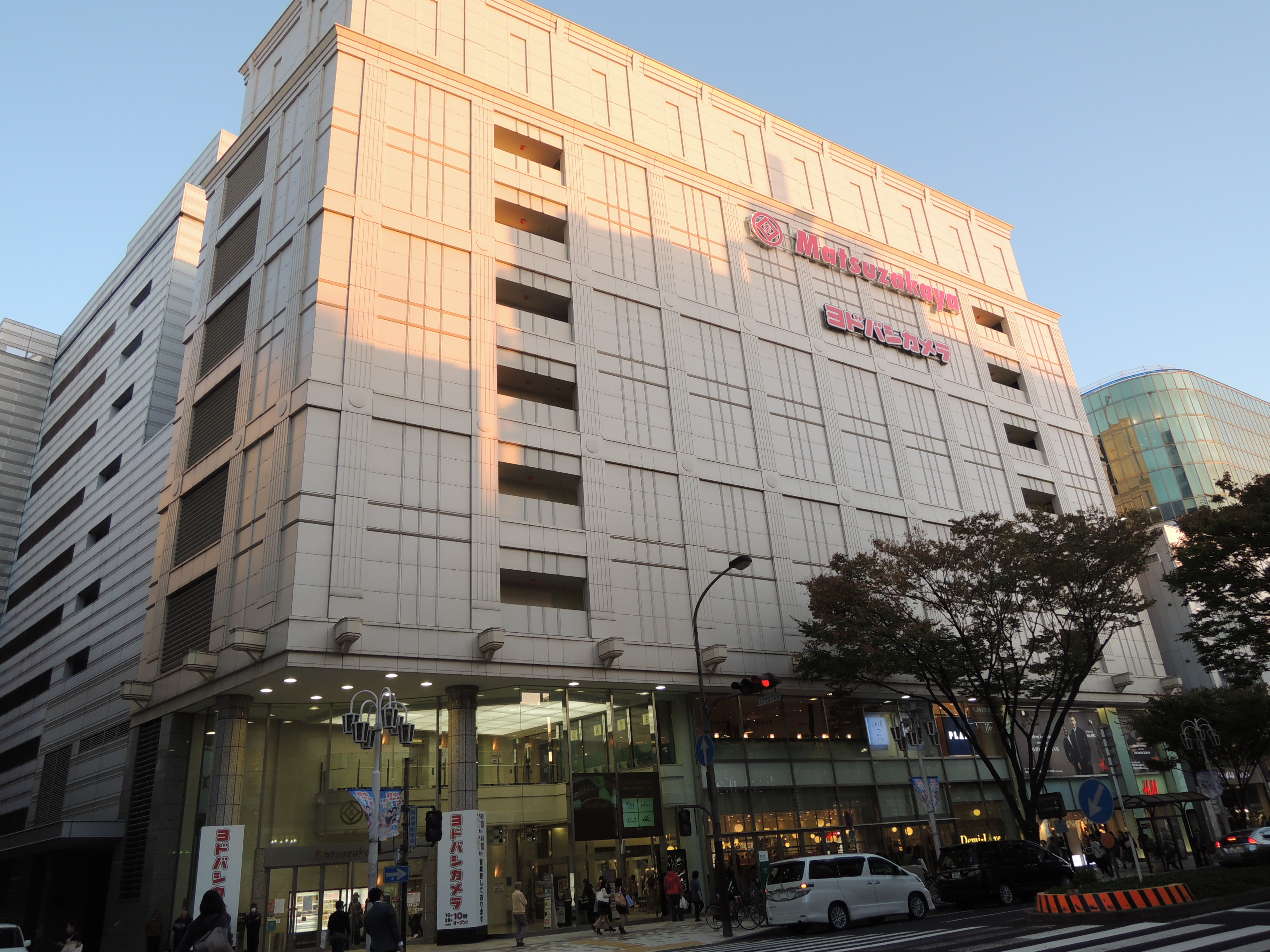
ヨドバシカメラマルチメディア名古屋松坂屋店
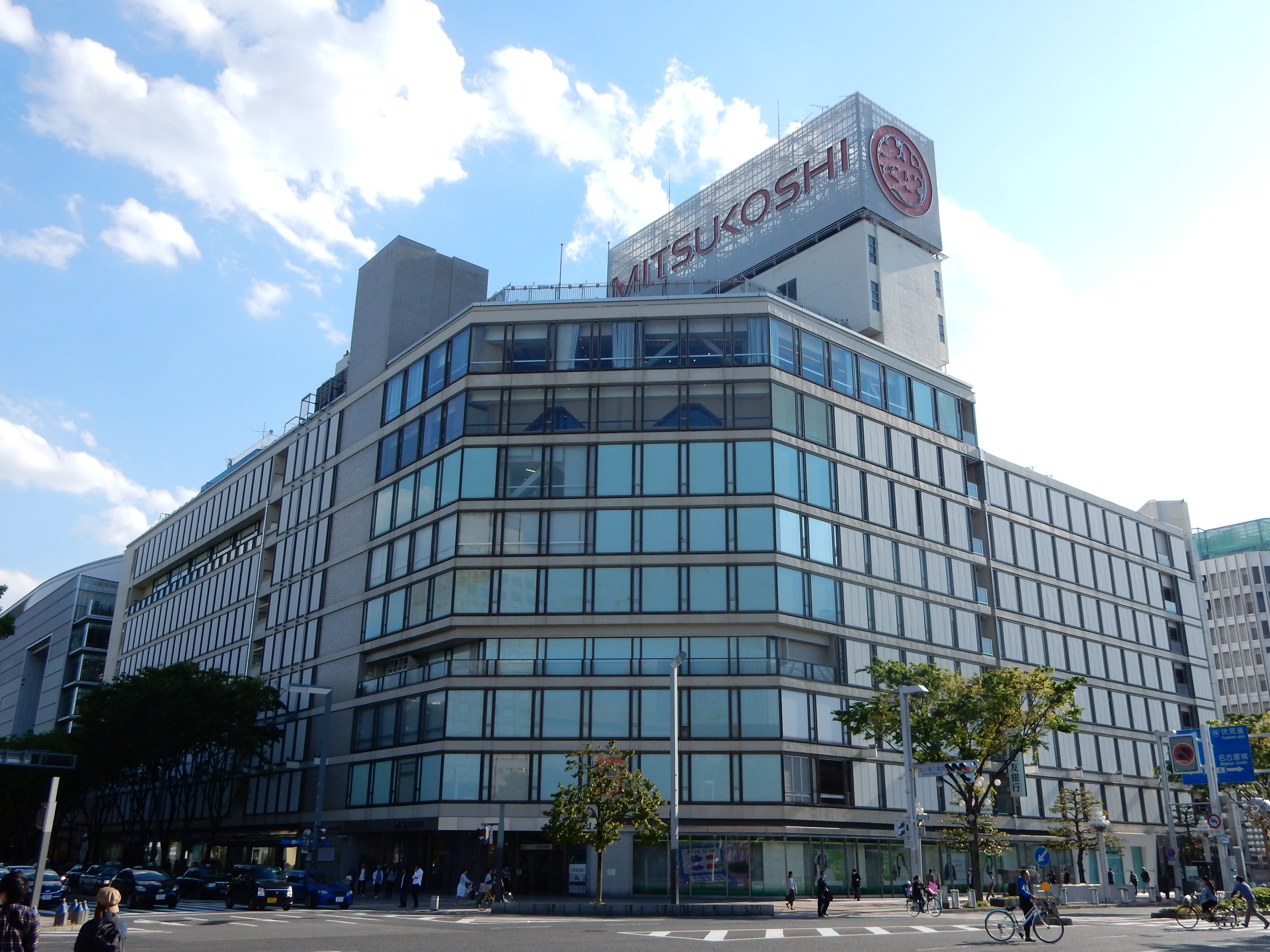
名古屋三越栄店
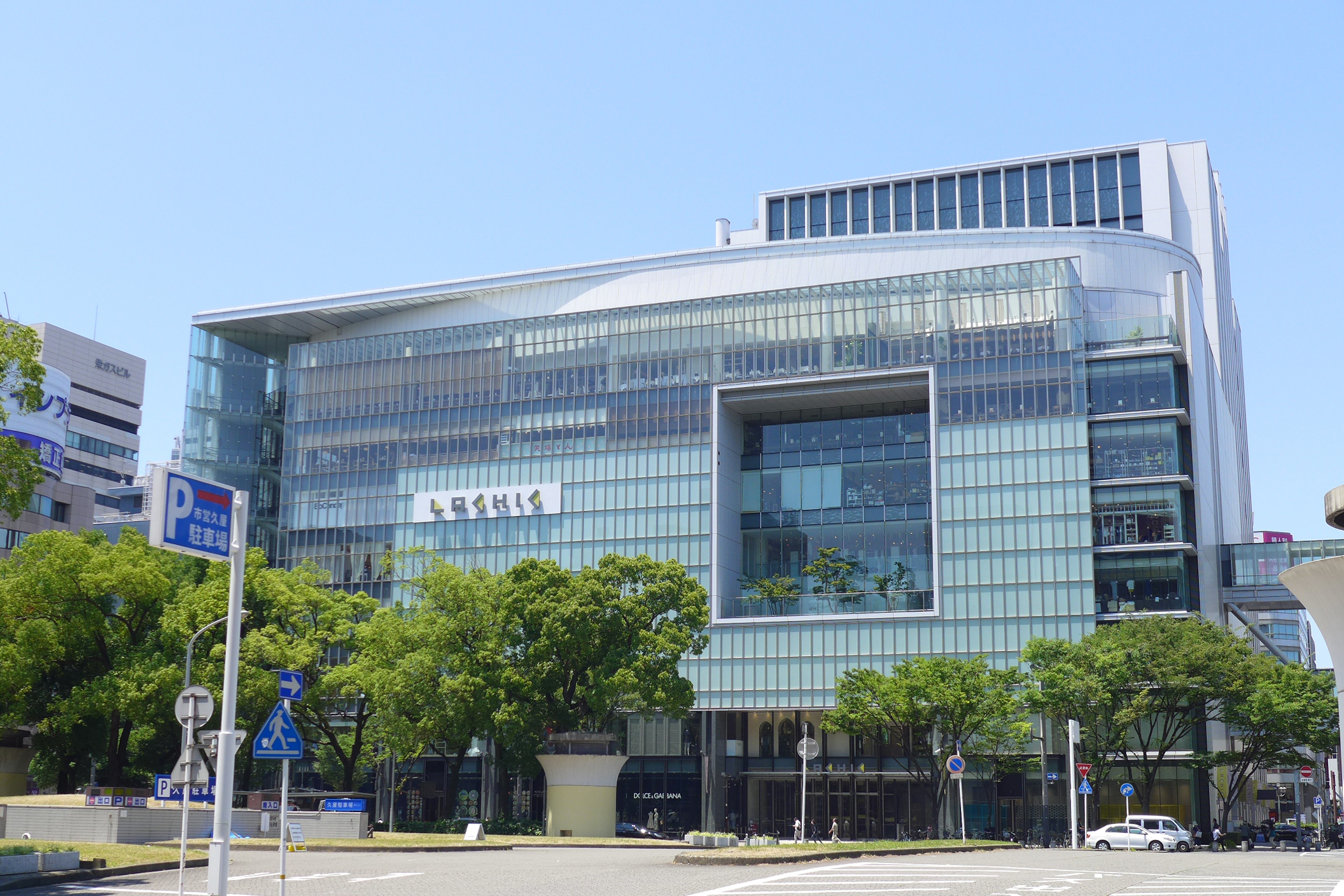
ラシック
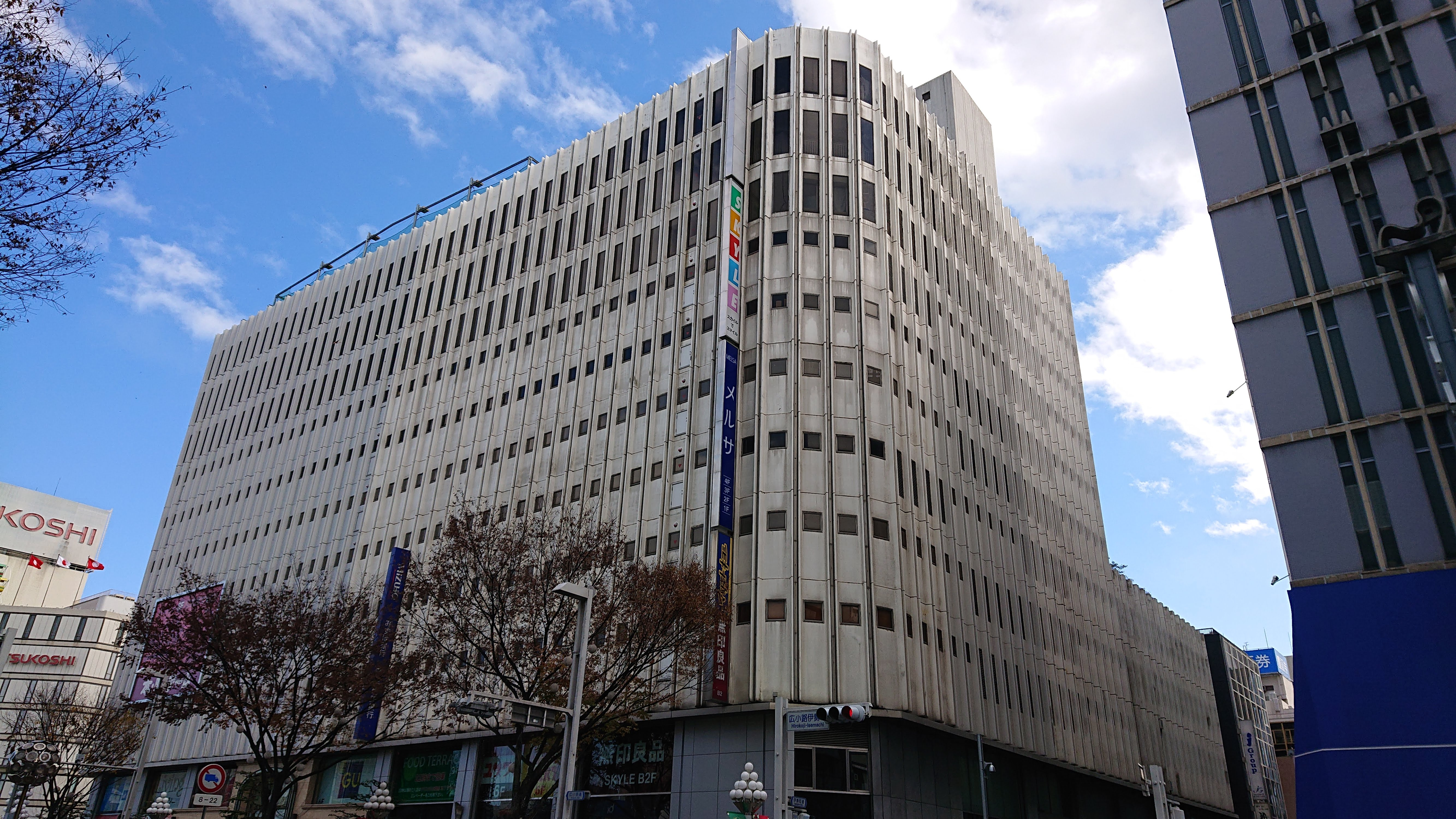
スカイル
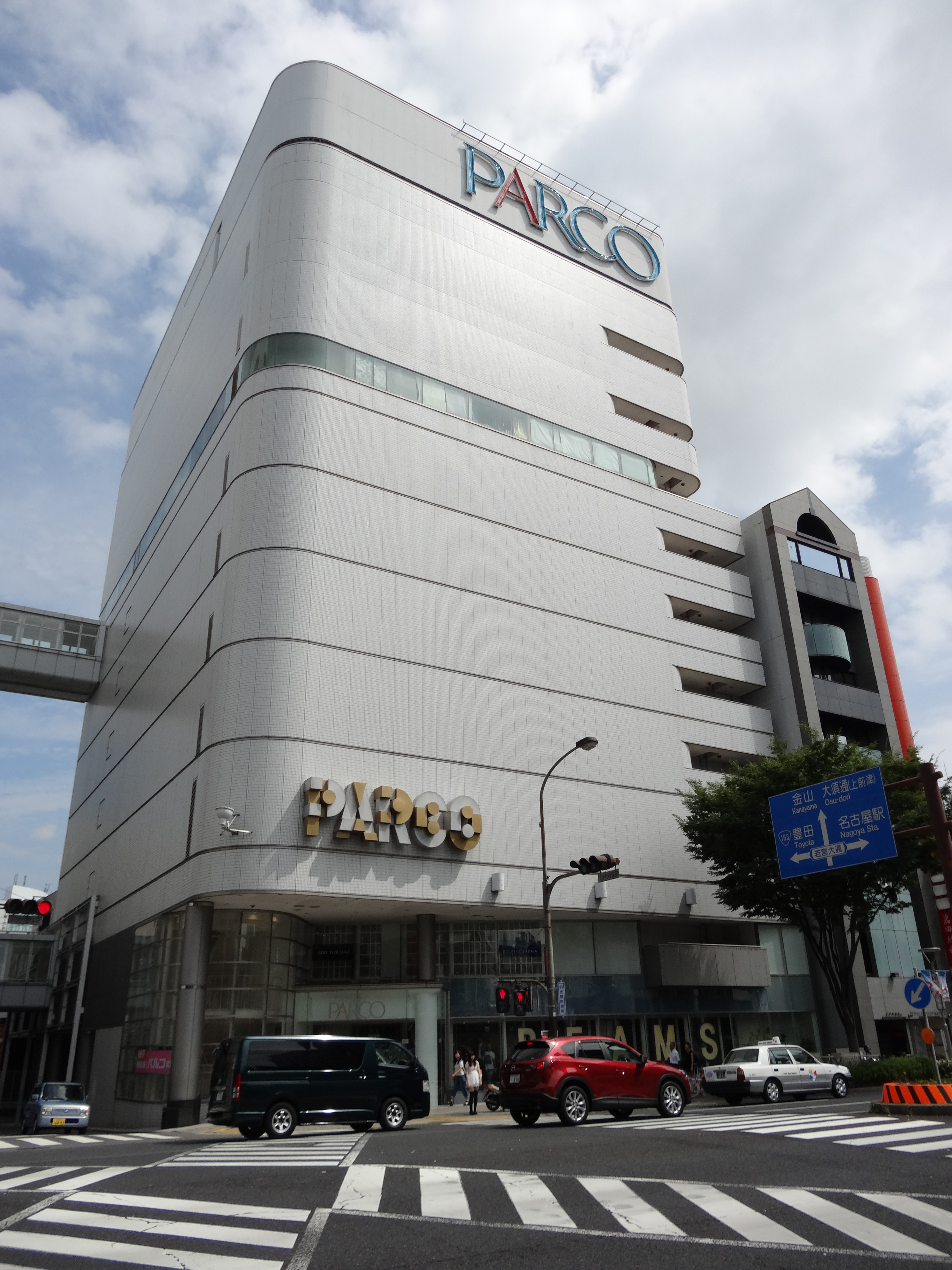
名古屋パルコ
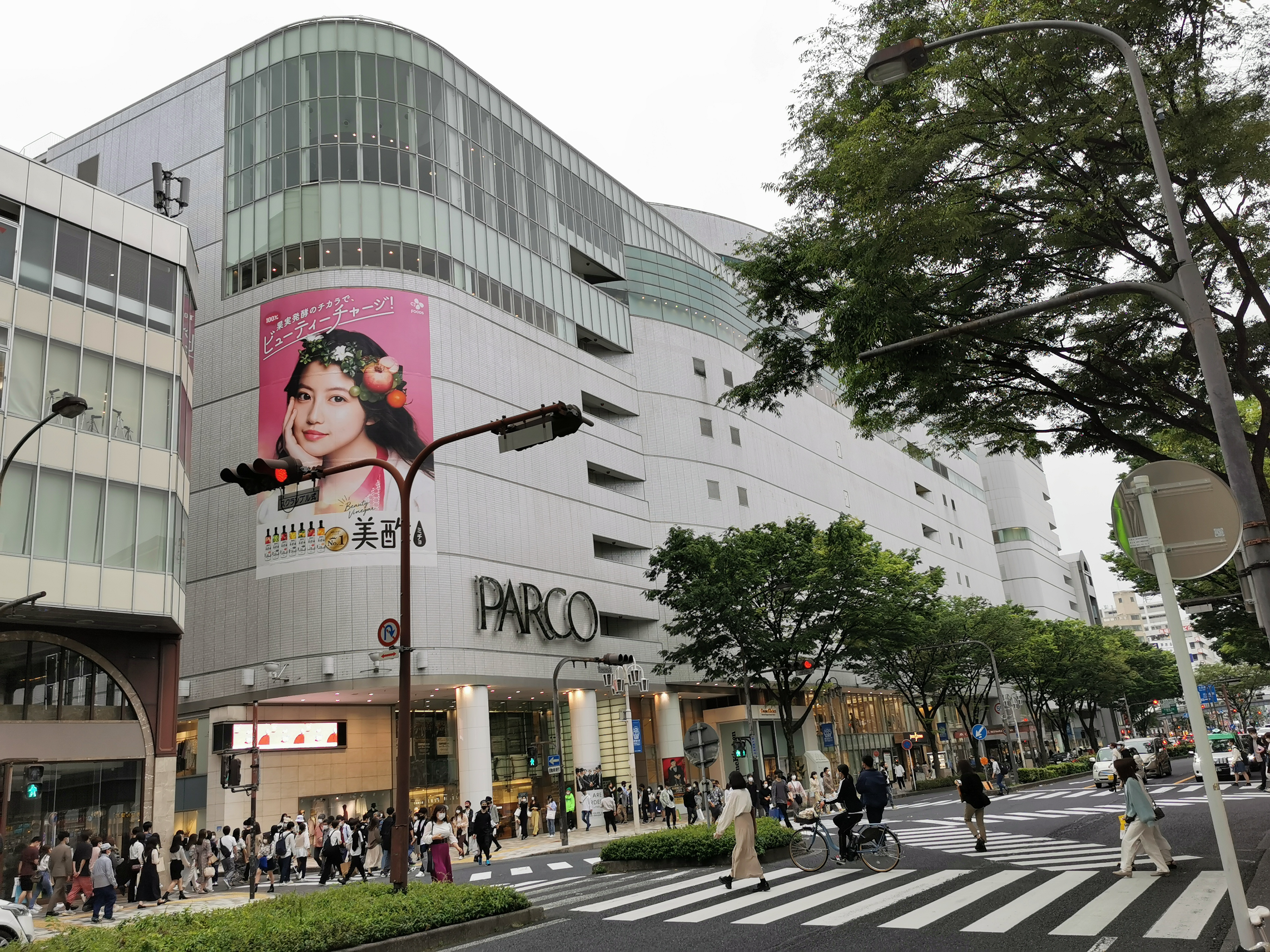
名古屋パルコ西館
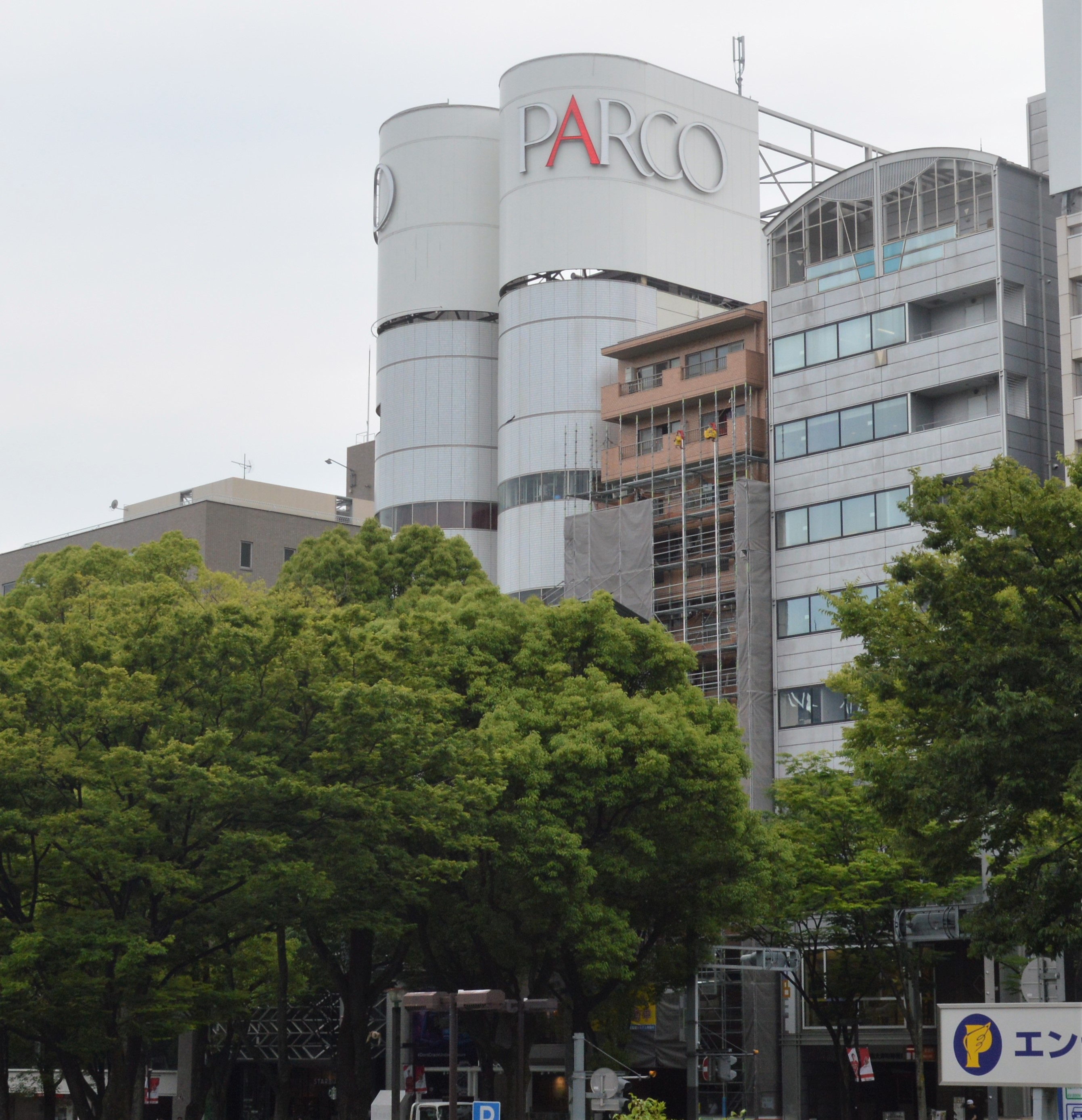
名古屋パルコ東館
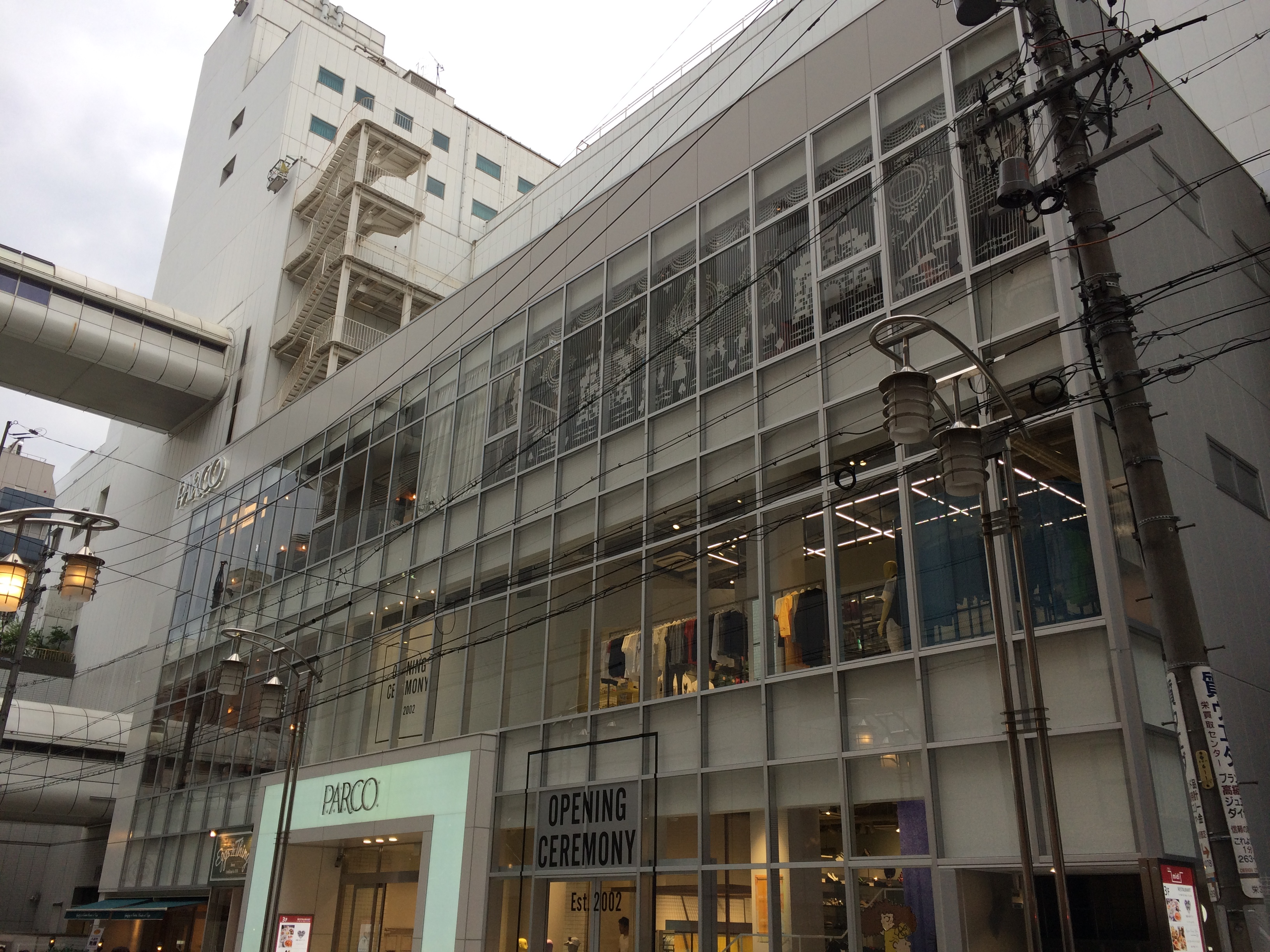
名古屋パルコMIDI
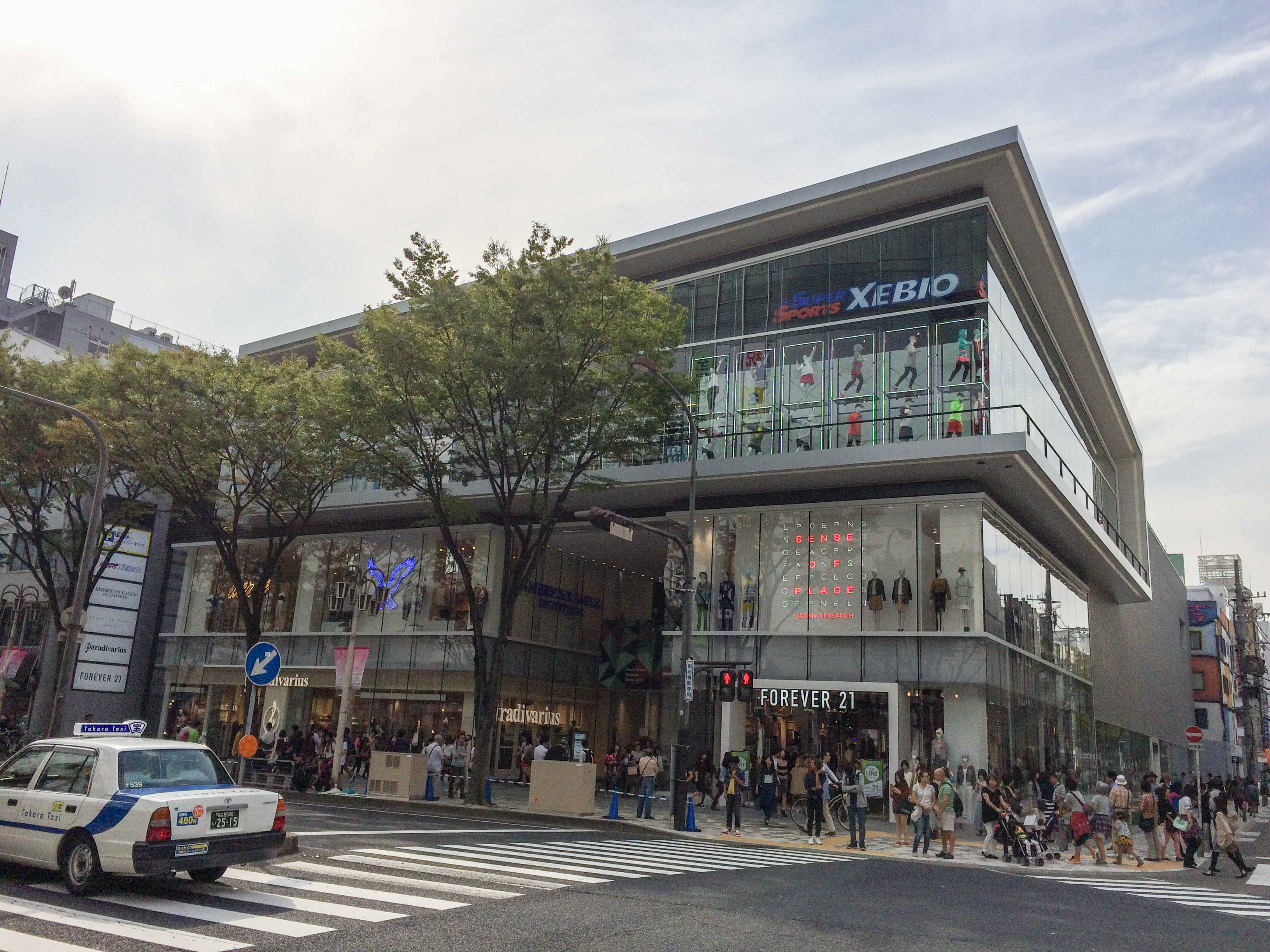
名古屋 ZERO GATE
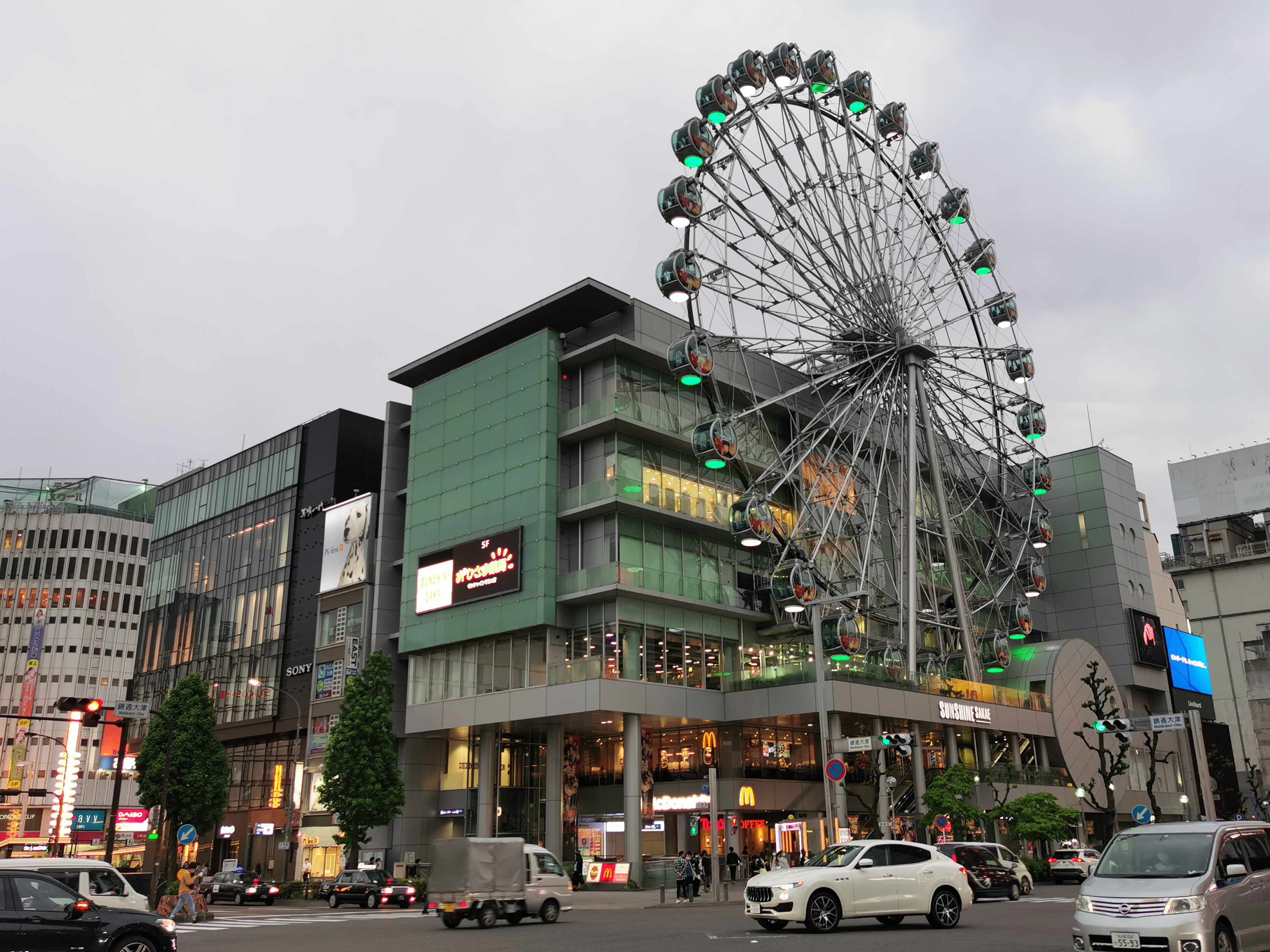
サンシャイン栄
- セントライズ栄
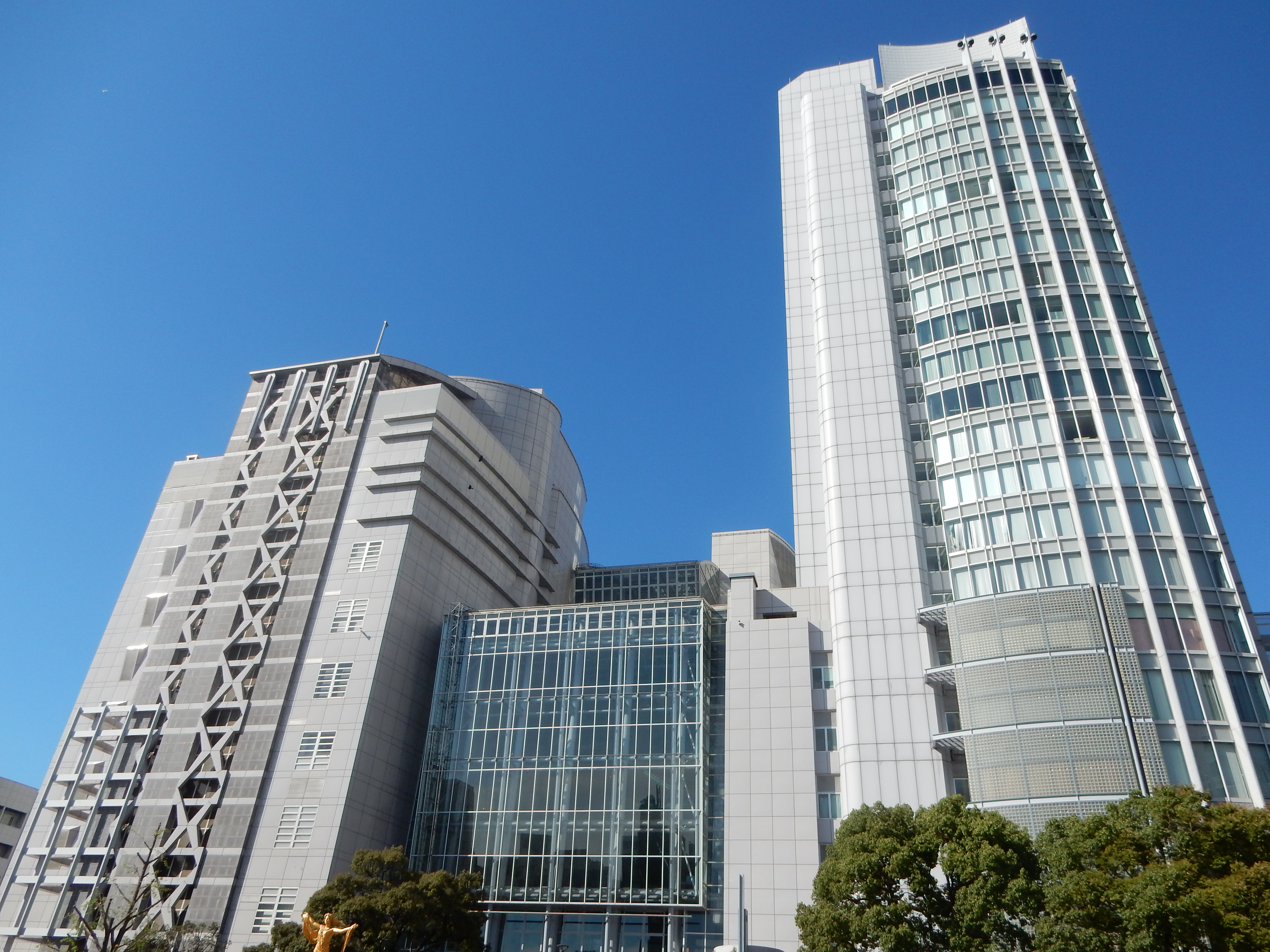
ナディアパーク
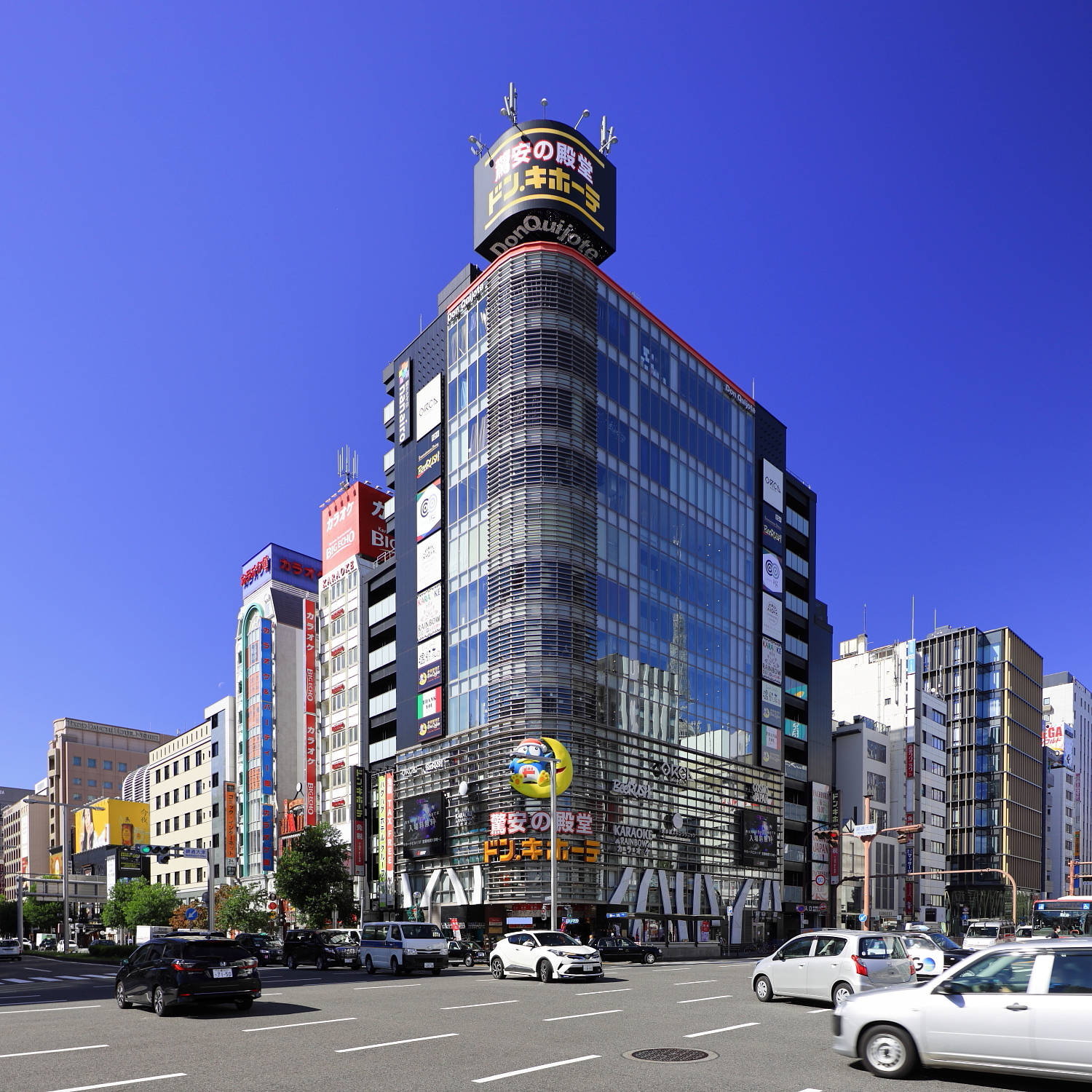
栄ナナイロ（ドン・キホーテ名古屋栄）
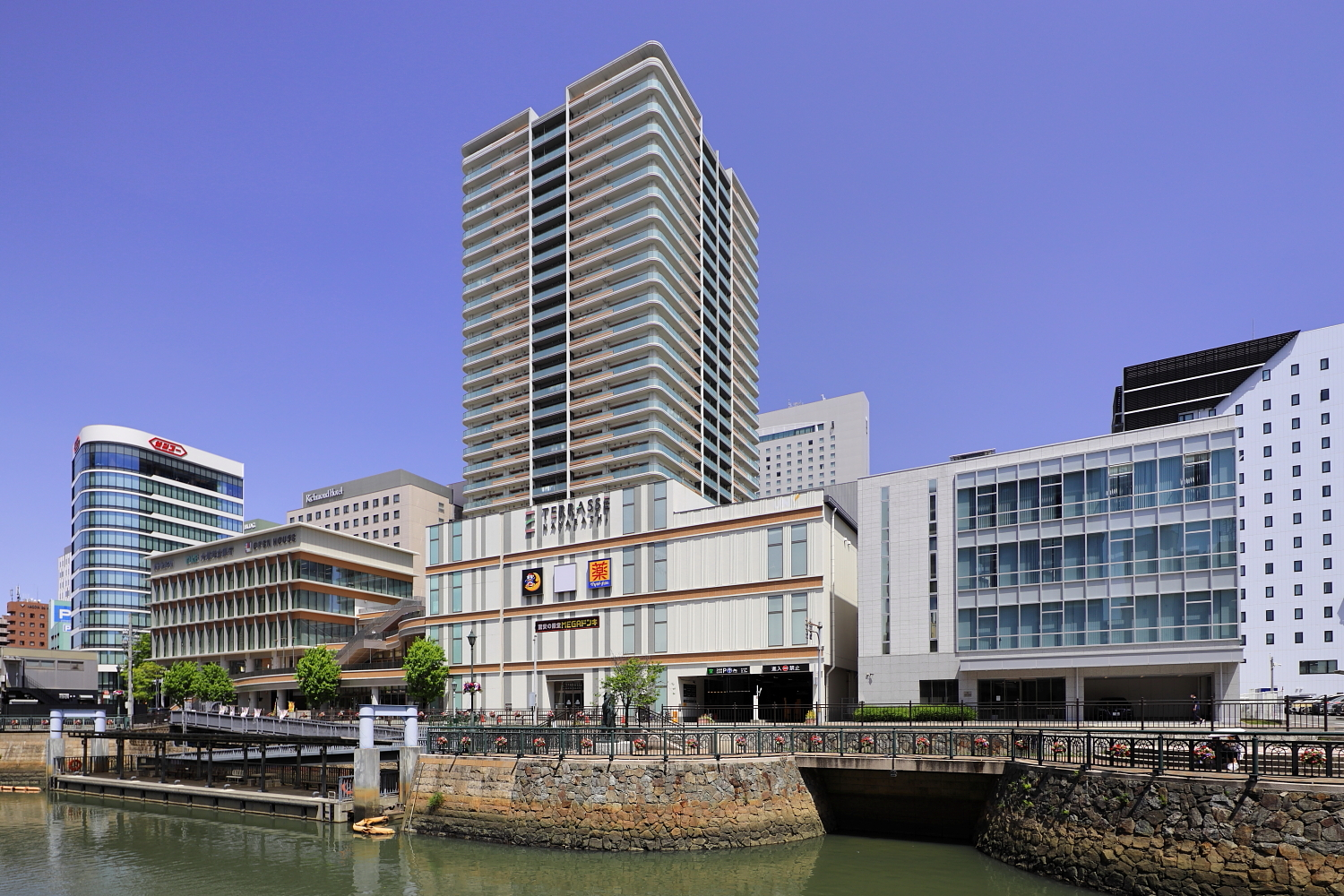
テラッセ納屋橋
- 御園座
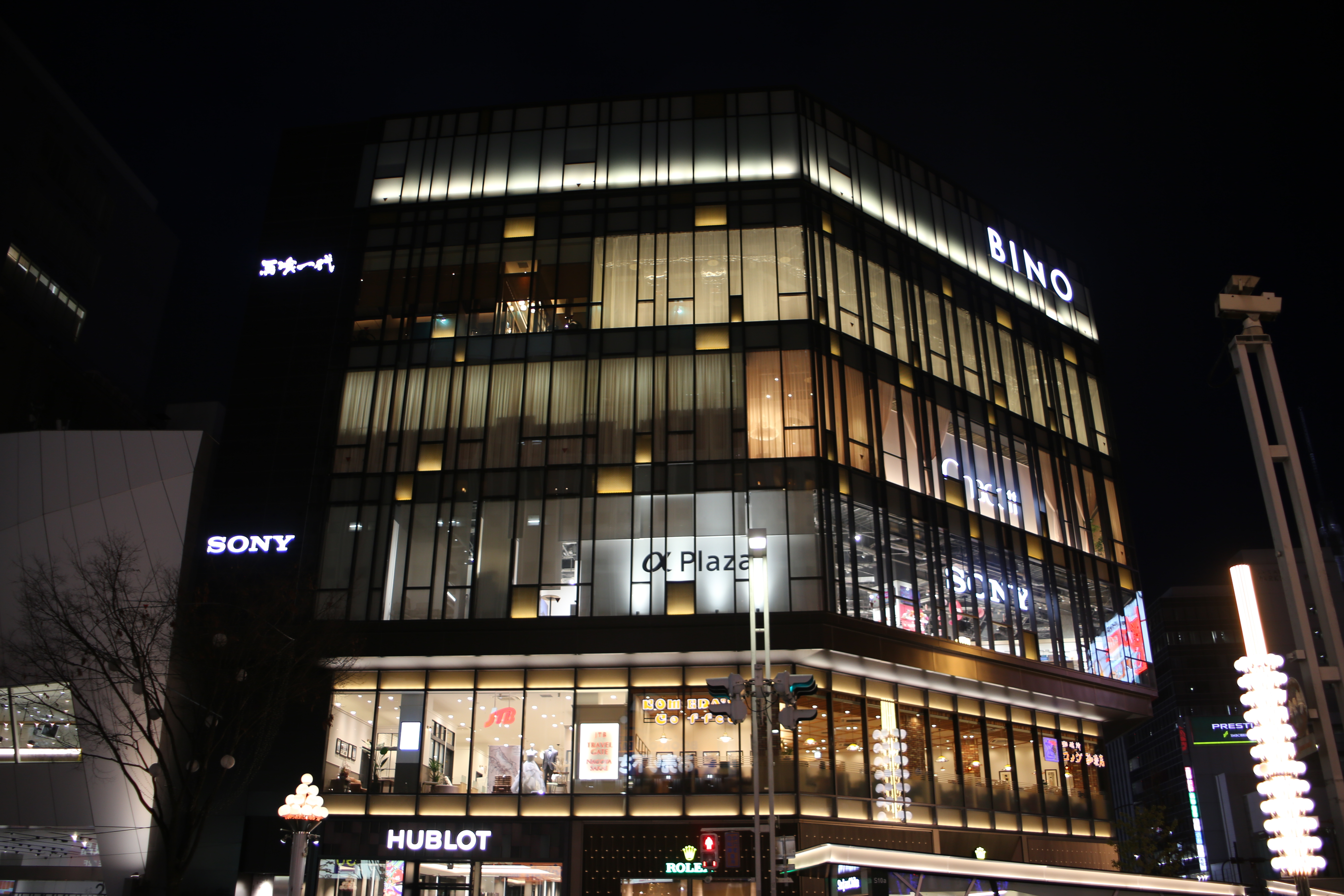
BINO栄

- オアシス21
- 松坂屋名古屋店南館
- ヨドバシカメラマルチメディア名古屋松坂屋店
- 名古屋三越栄店
- ラシック
- スカイル
- 名古屋パルコ南館
- 名古屋パルコ西館
- 名古屋パルコ東館
- 名古屋パルコMIDI
- 名古屋 ZERO GATE
- サンシャイン栄
- ナディアパーク
- 栄ナナイロ（ドン・キホーテ名古屋栄）
- テラッセ納屋橋
- BINO栄

名駅

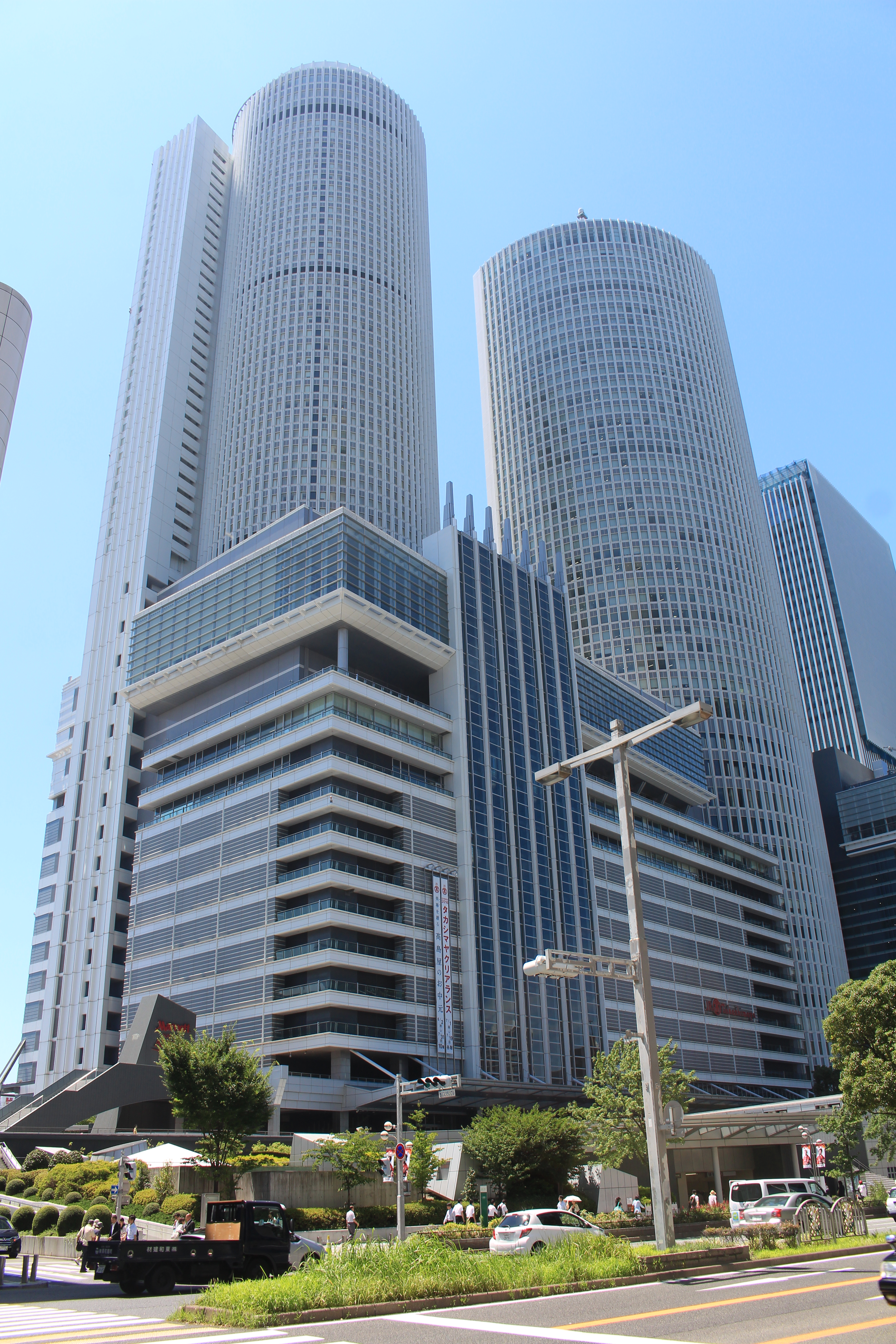
ジェイアール名古屋タカシマヤ
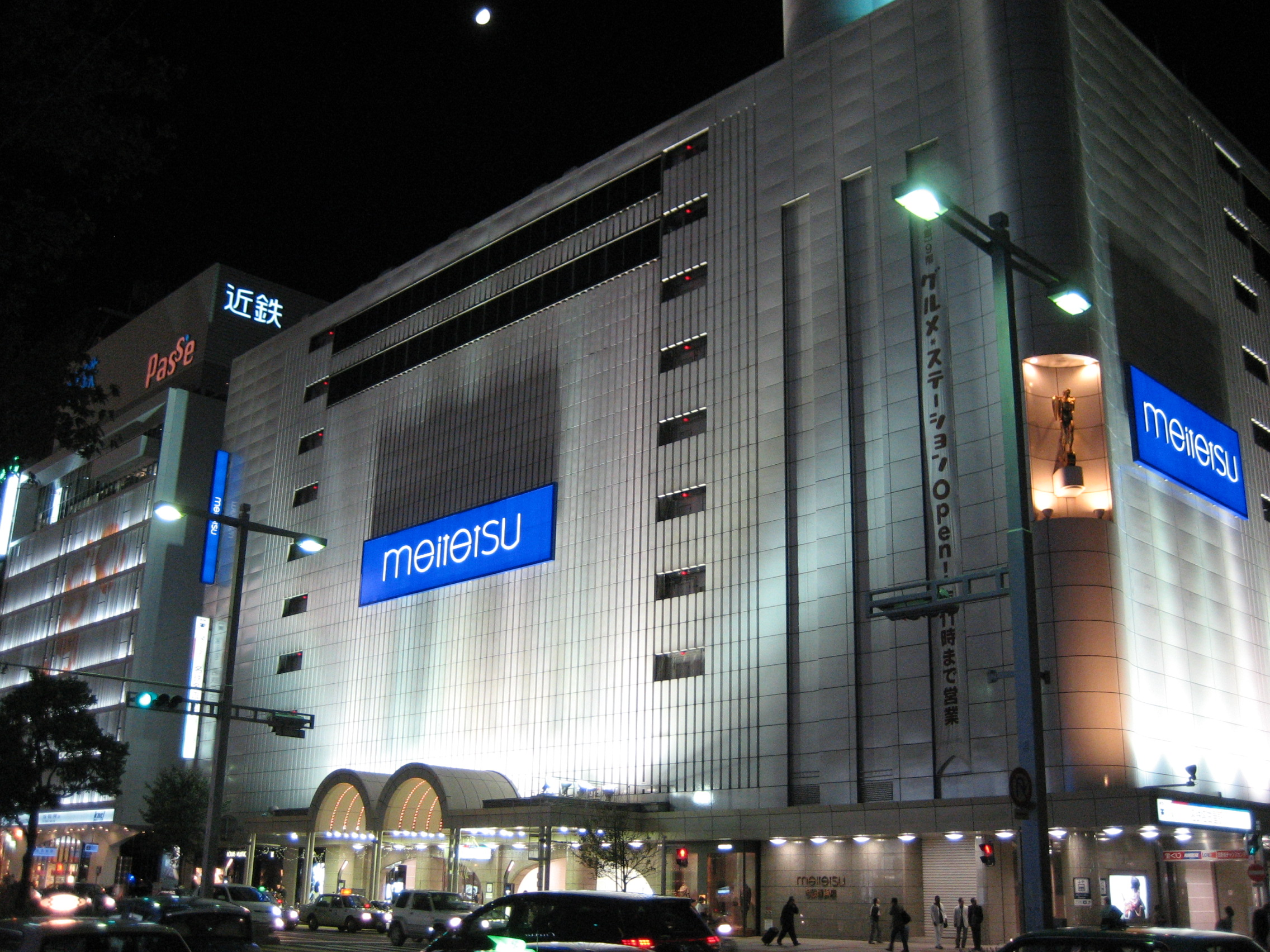
名鉄百貨店本店
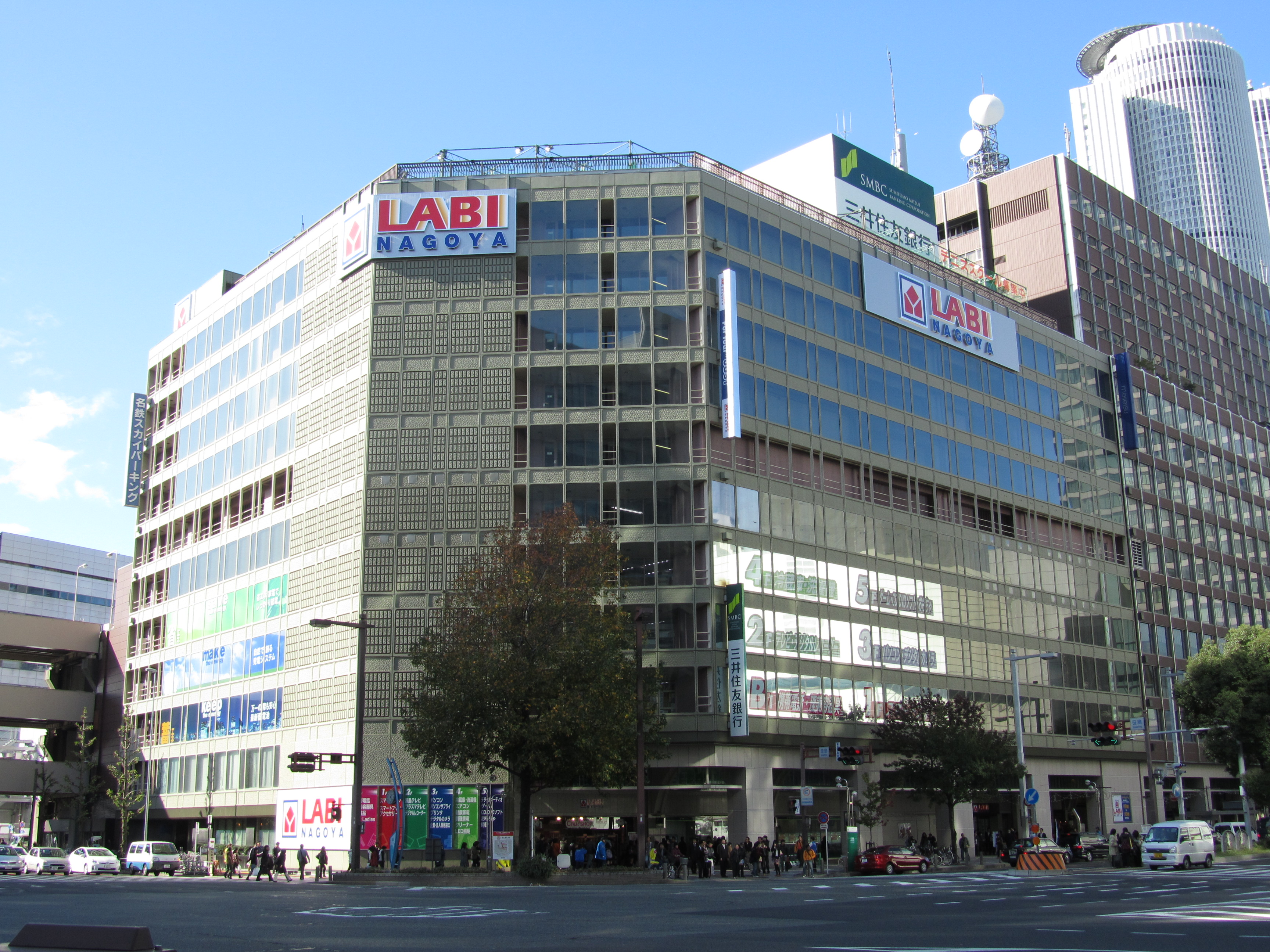
ヤマダデンキLABI名古屋
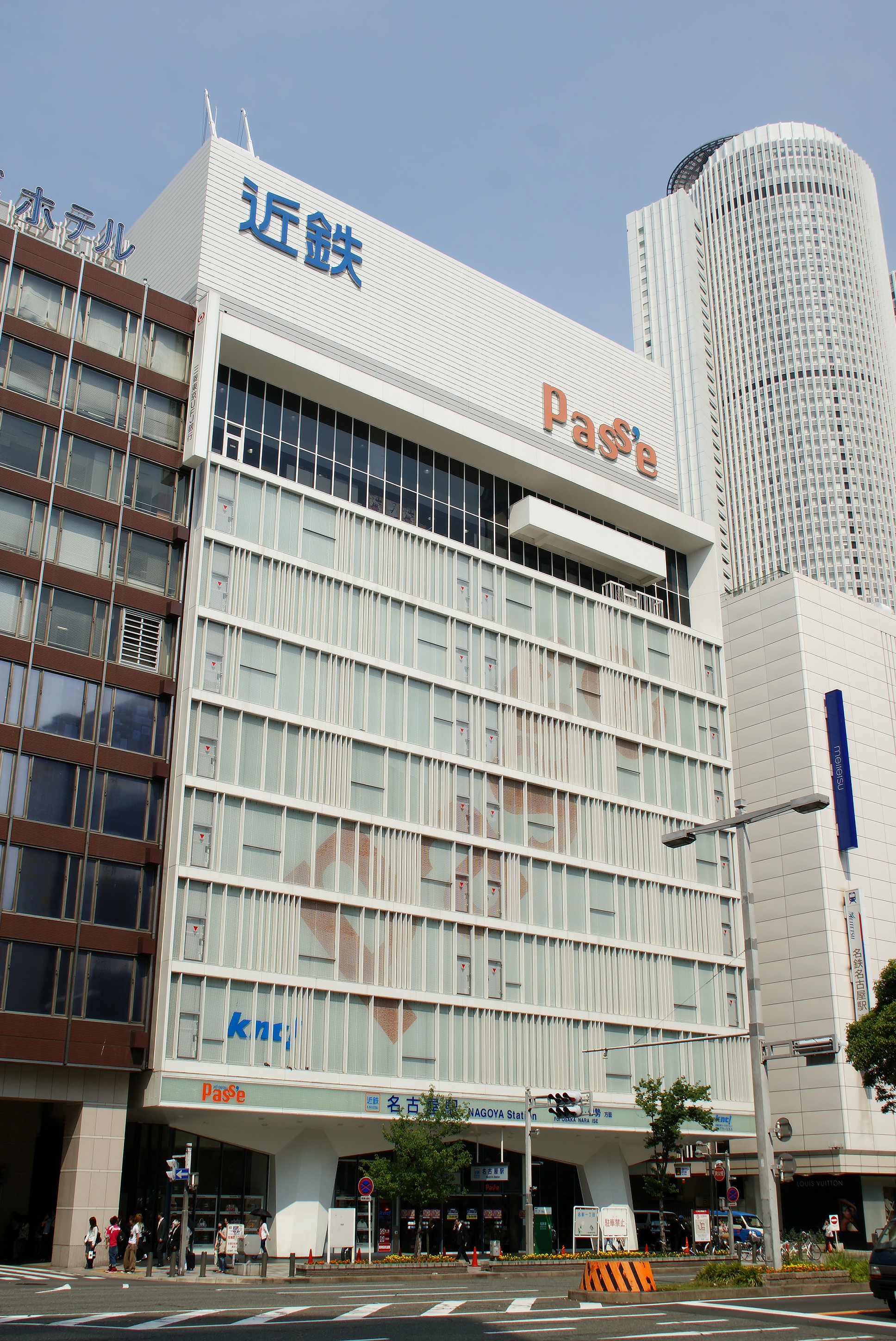
近鉄パッセ
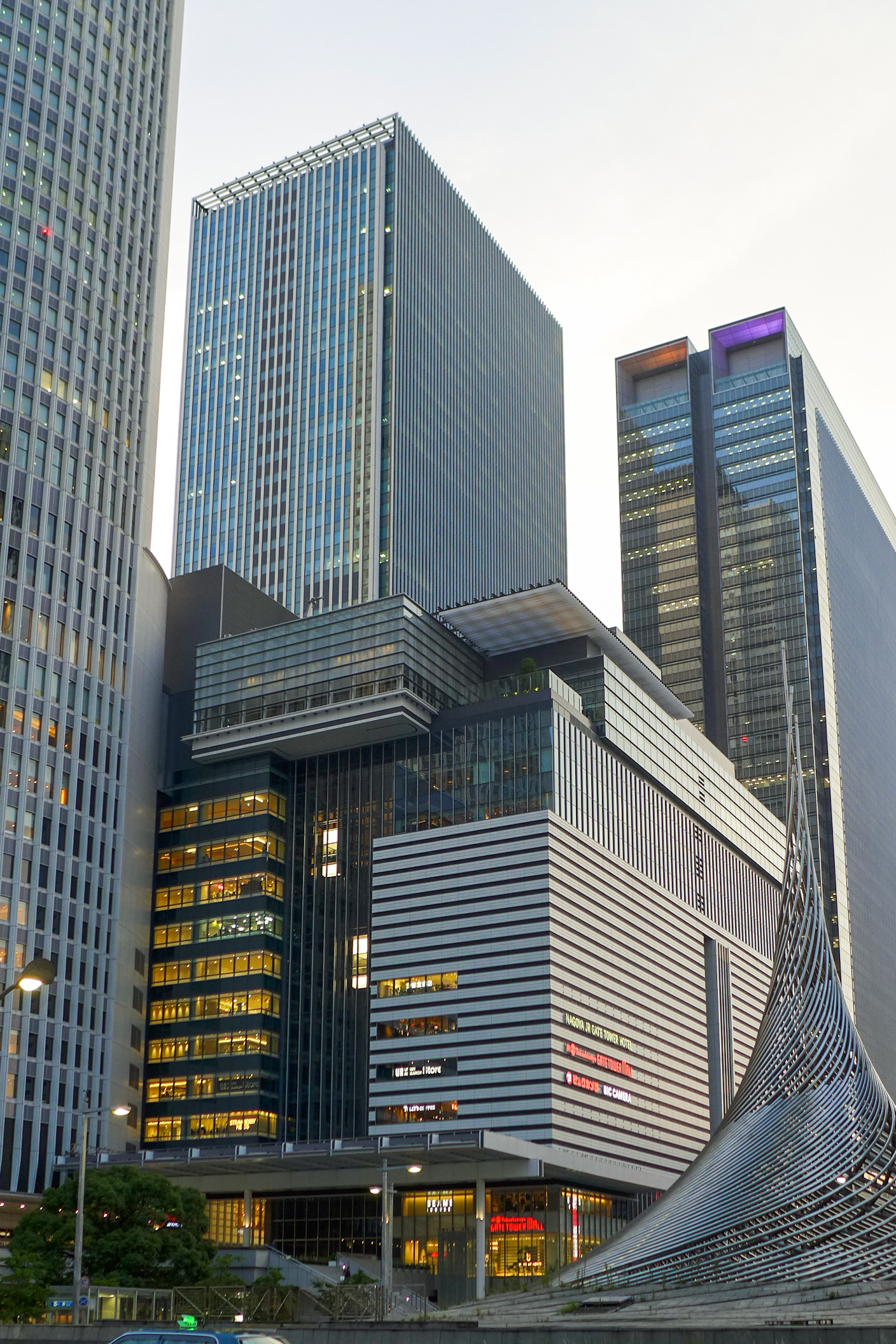
JRゲートタワー
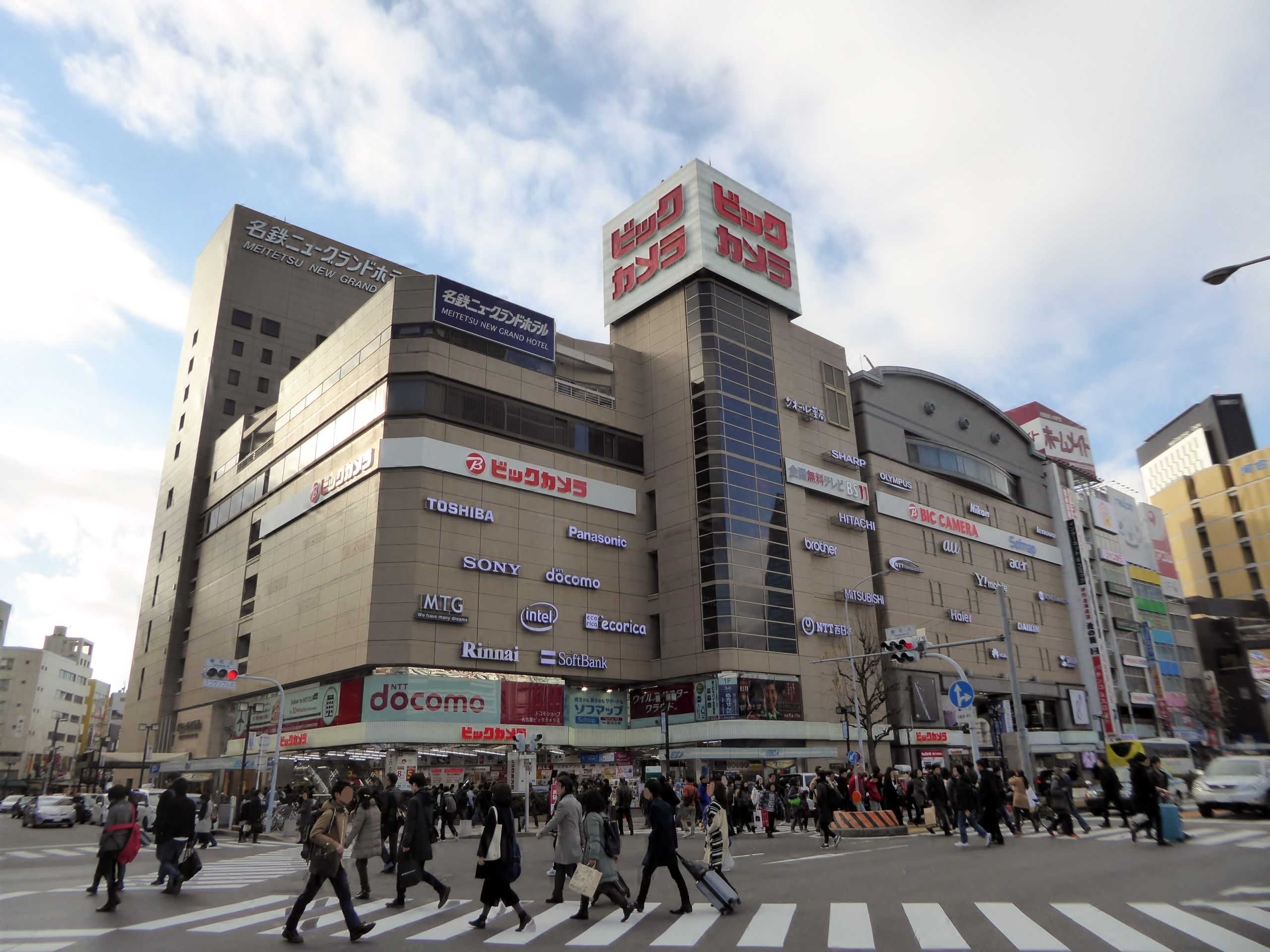
ビックカメラ名古屋駅西店
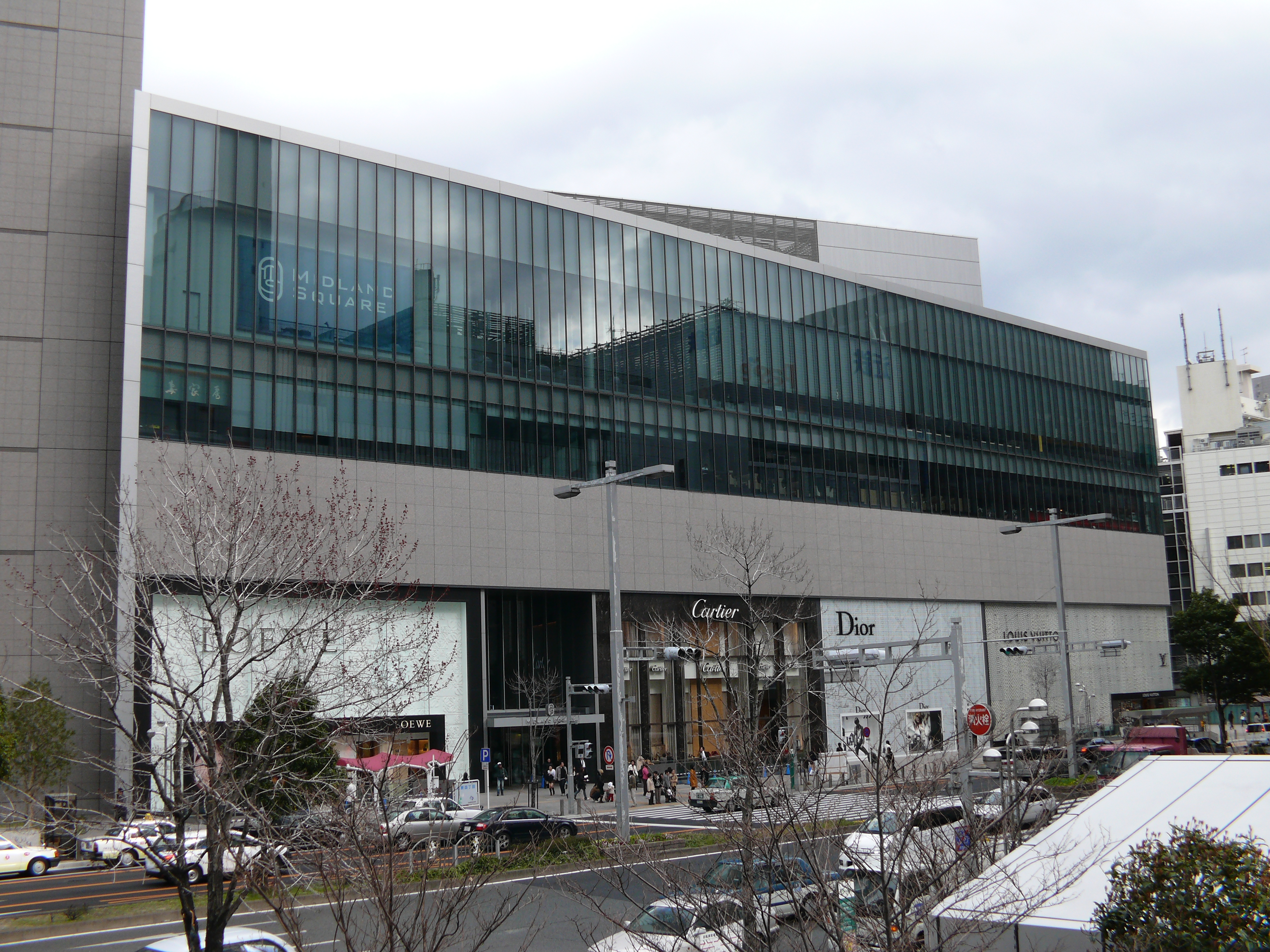
ミッドランドスクエア
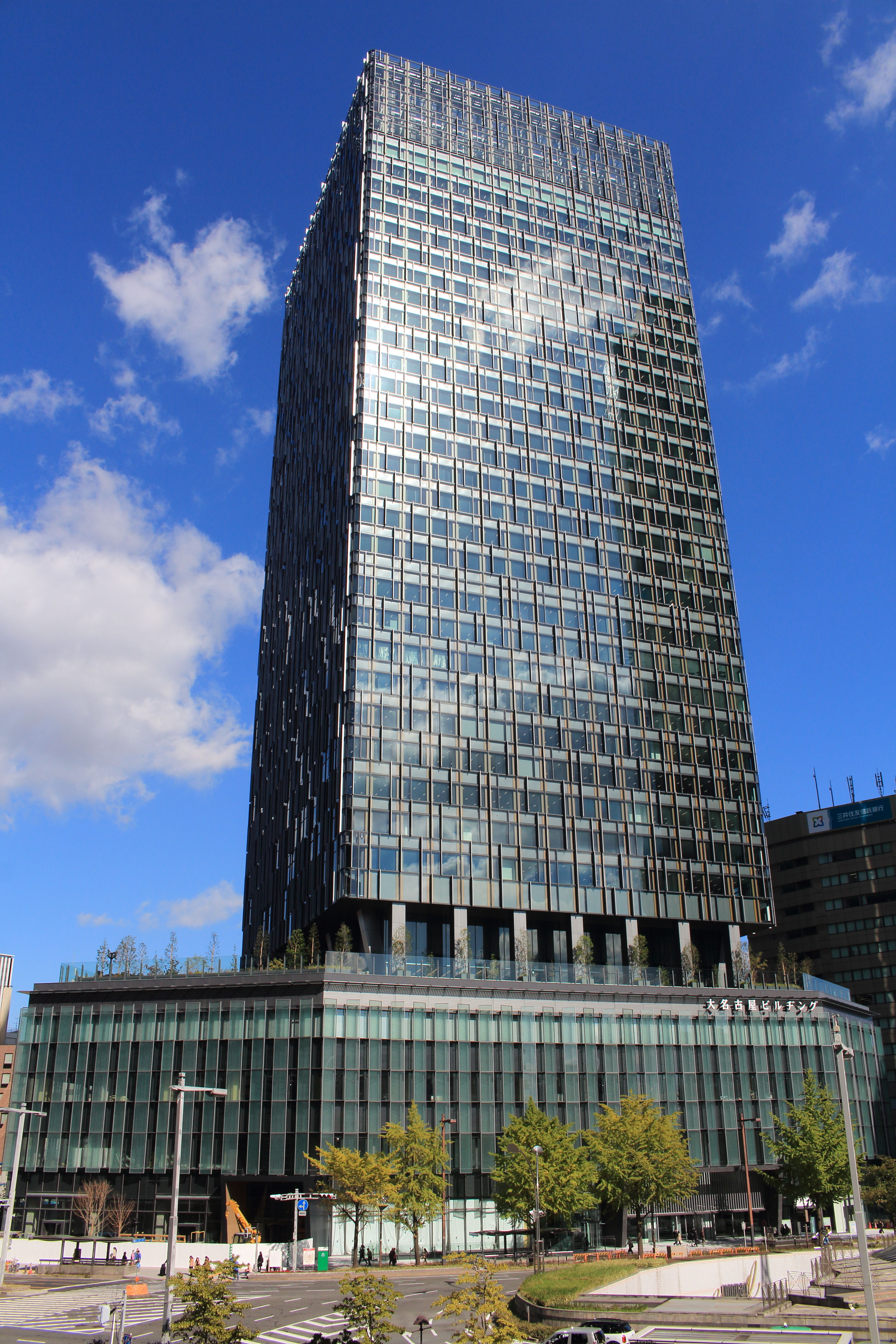
大名古屋ビルヂング
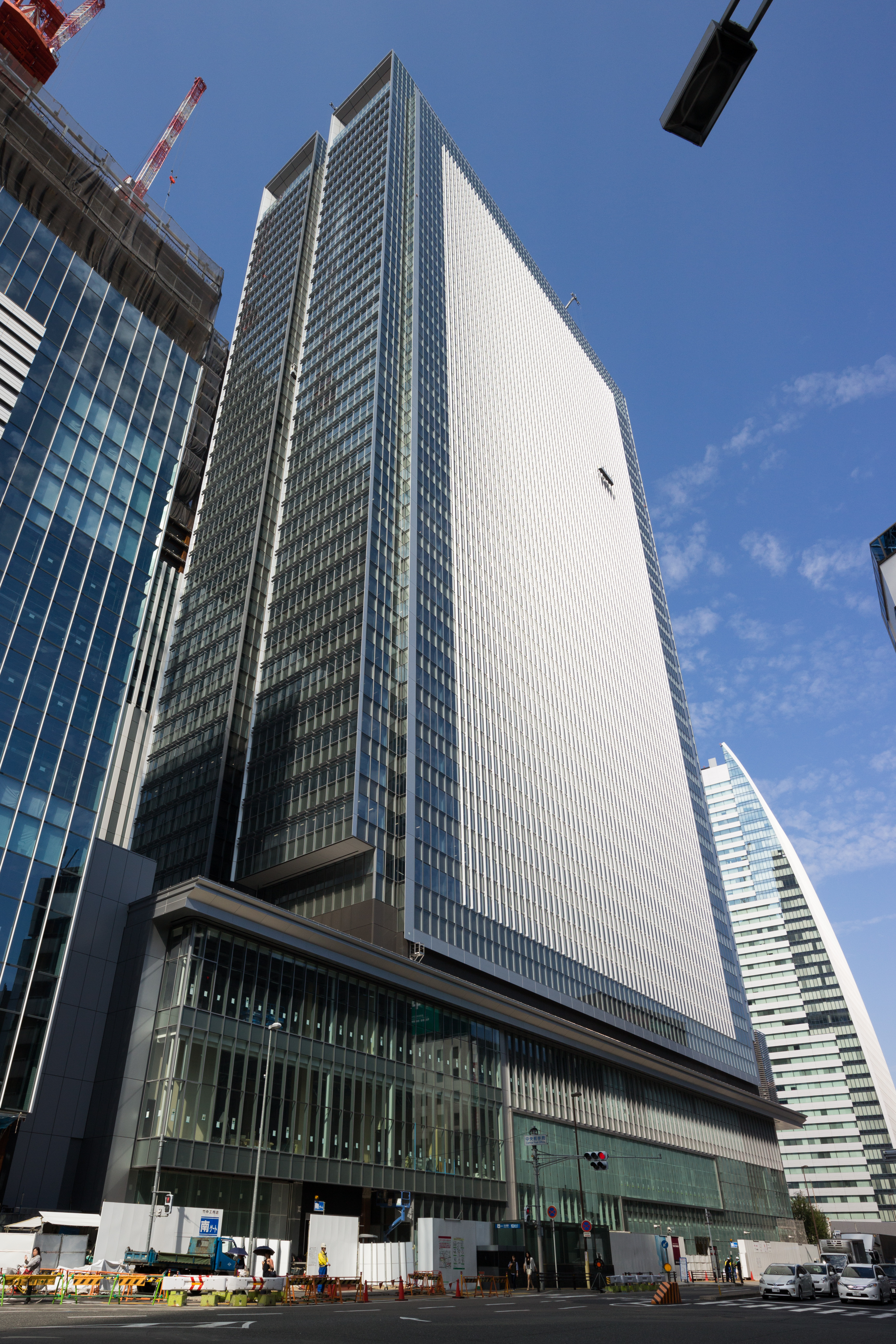
JPタワー名古屋（KITTE名古屋）
- レジャック
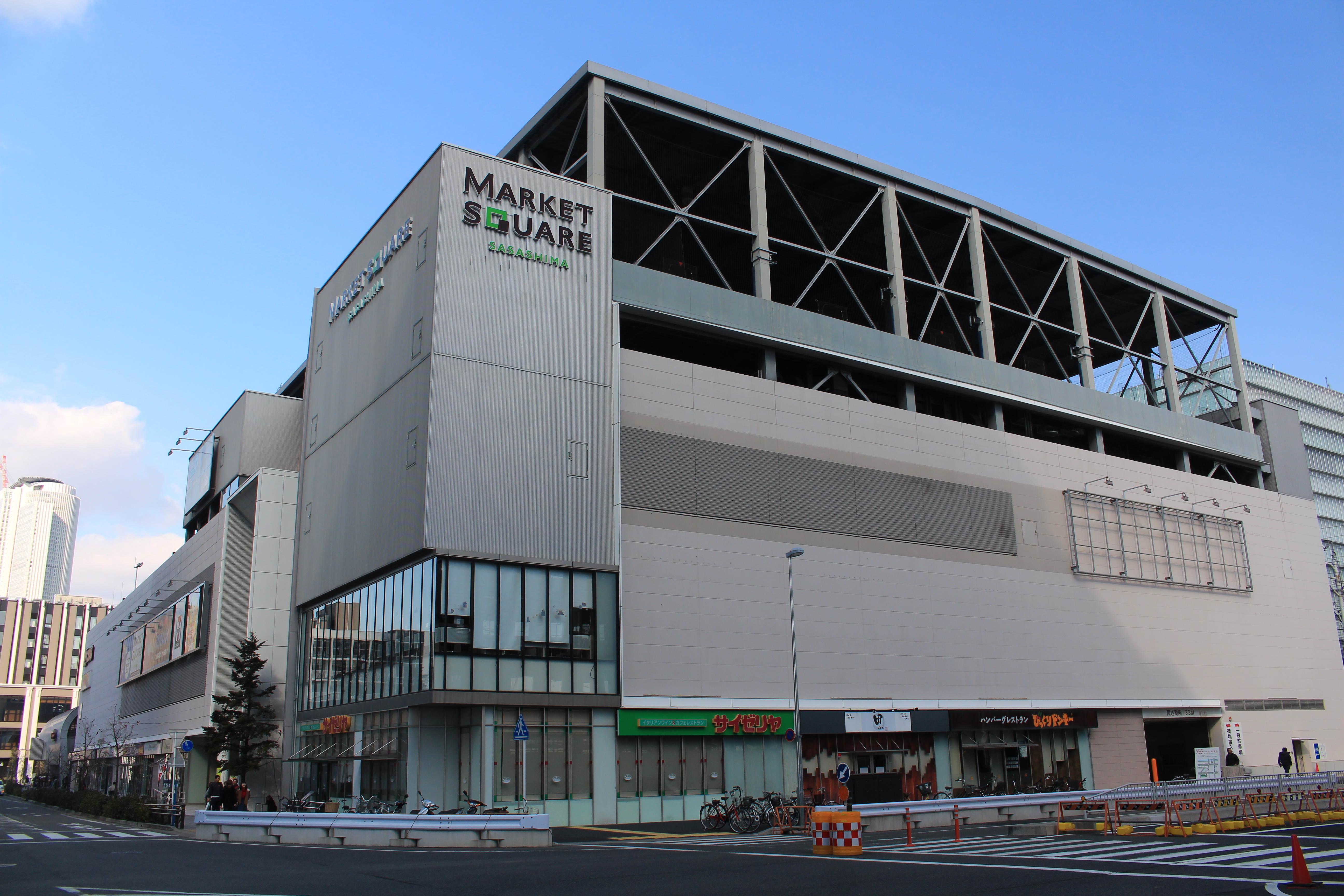
マーケットスクエアささしま
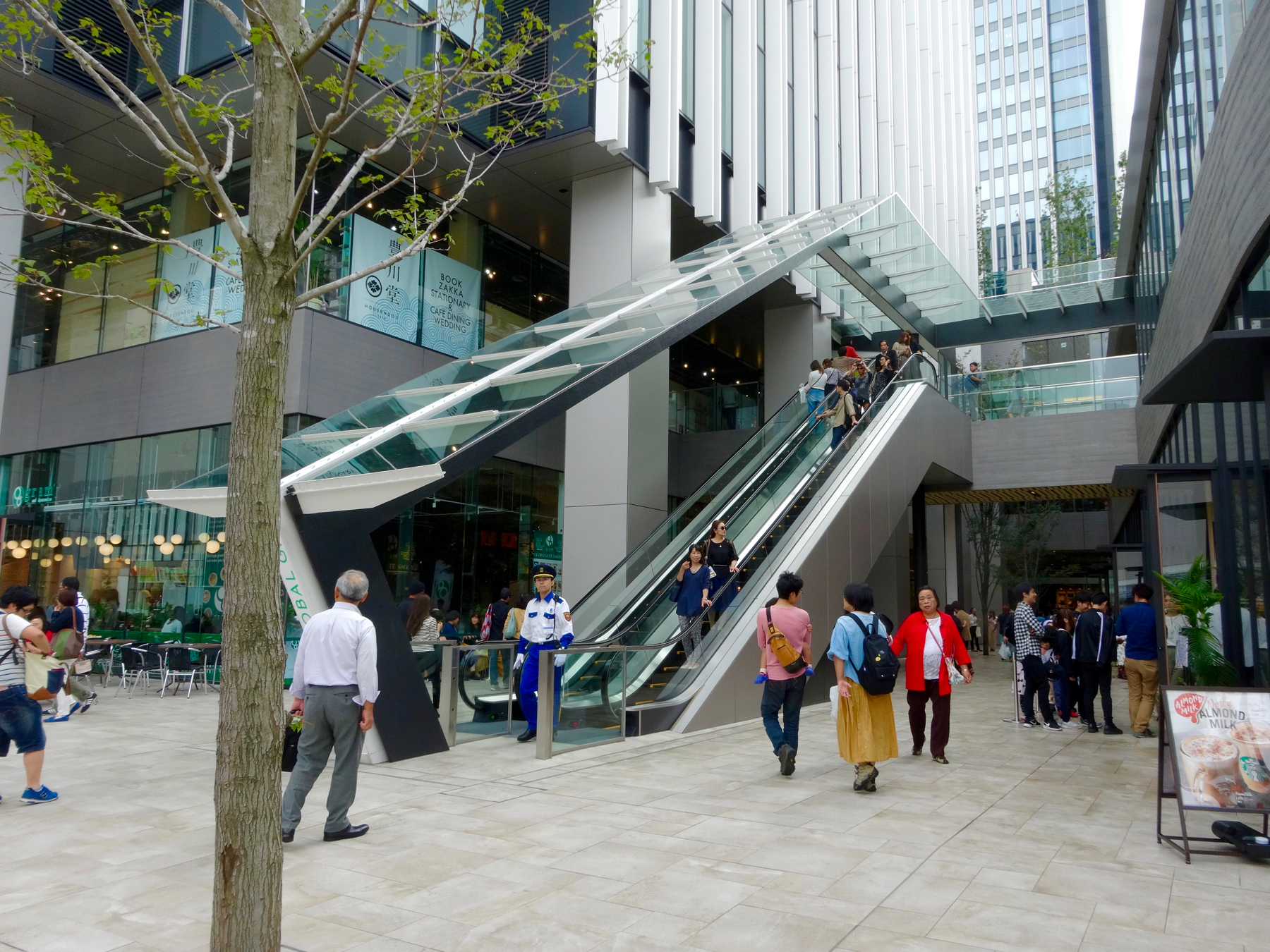
グローバルゲート
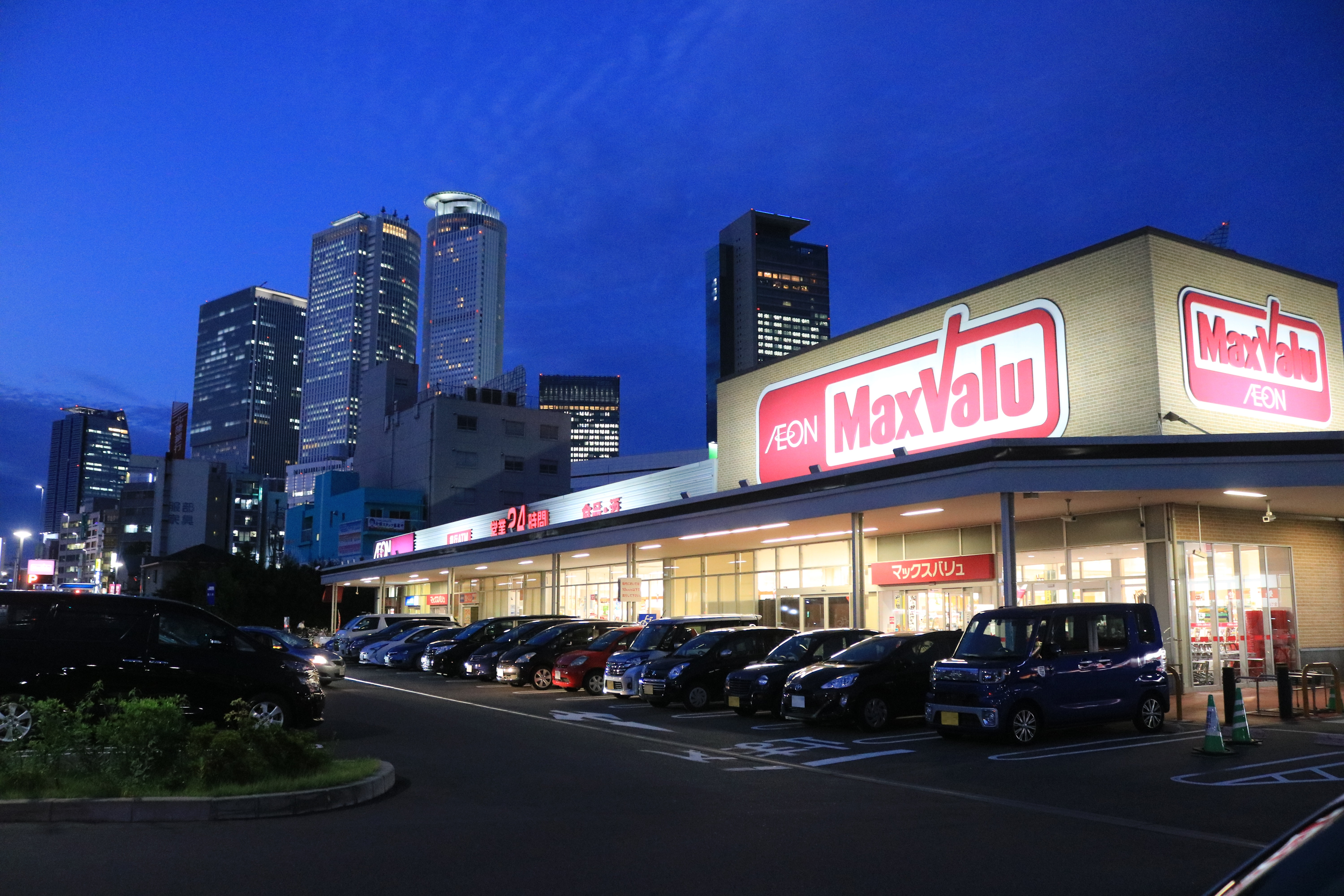
イオンタウン太閤ショッピングセンター
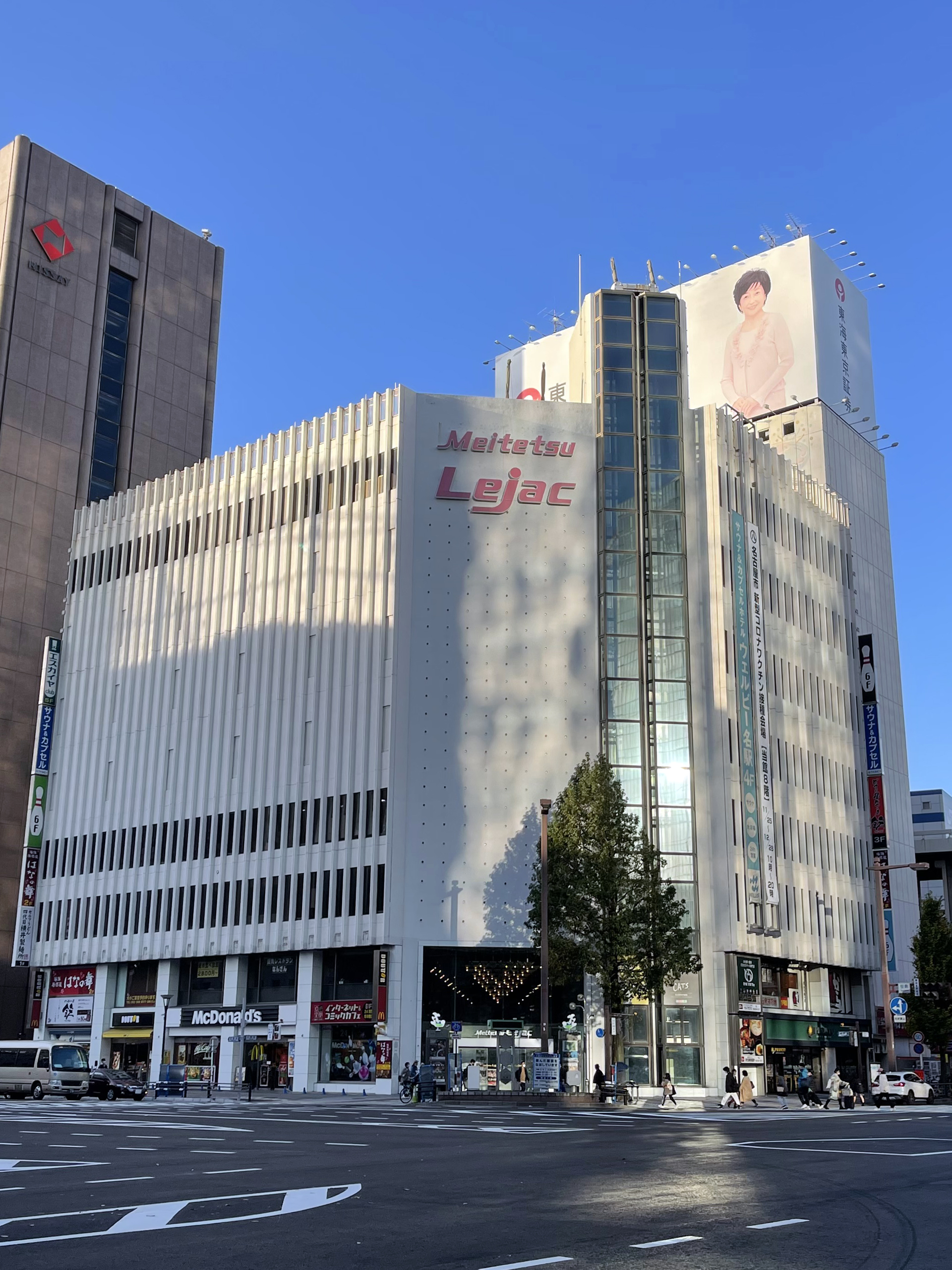
レジャック

- ジェイアール名古屋タカシマヤ
- 名鉄百貨店本店
- ヤマダデンキLABI名古屋
- 近鉄百貨店（近鉄パッセ）
- JRゲートタワー
- ビックカメラ名古屋駅西店
- ミッドランドスクエア商業棟
- 大名古屋ビルヂング
- JPタワー名古屋（KITTE名古屋）
- マーケットスクエアささしま
- グローバルゲート
- イオンタウン太閤ショッピングセンター
- レジャック

大須

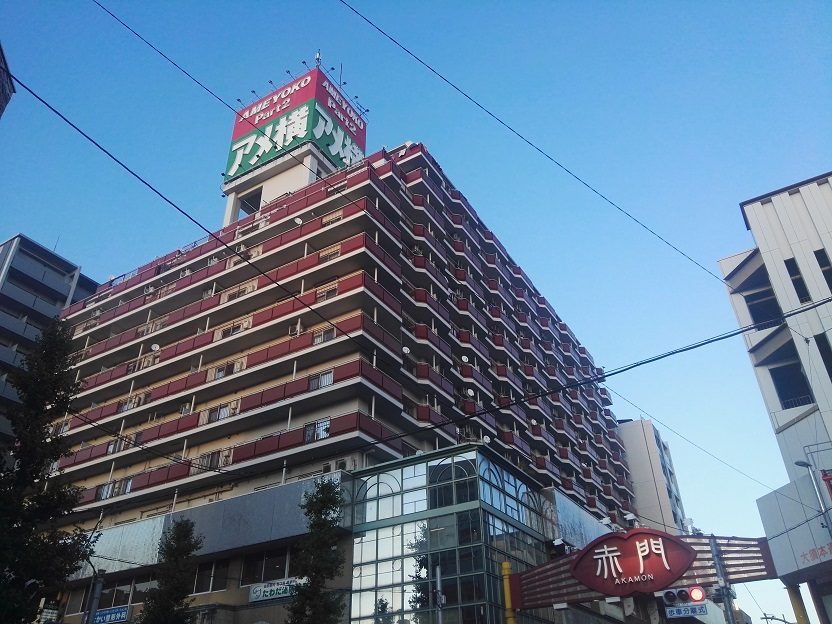
アメ横ビル
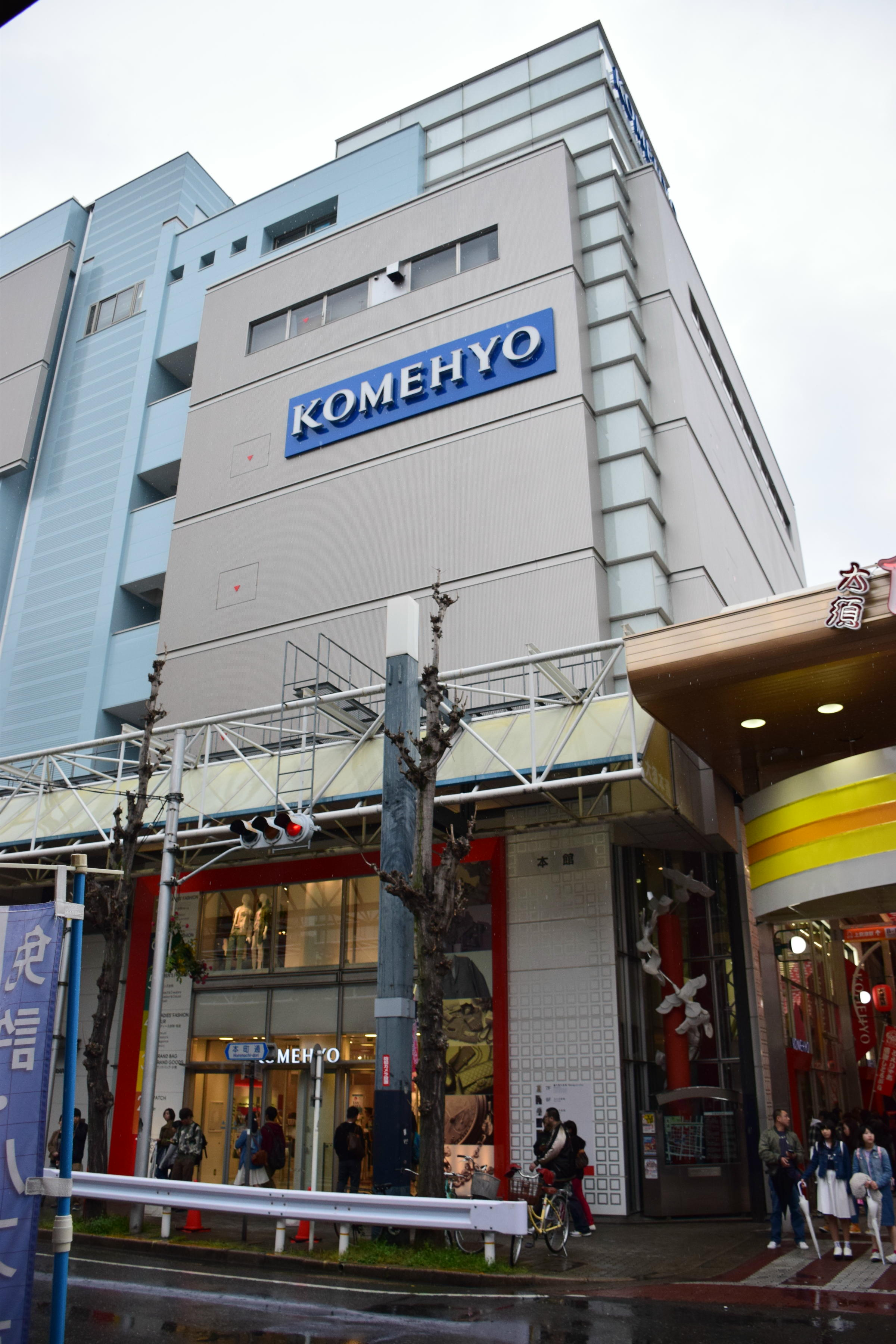
コメ兵
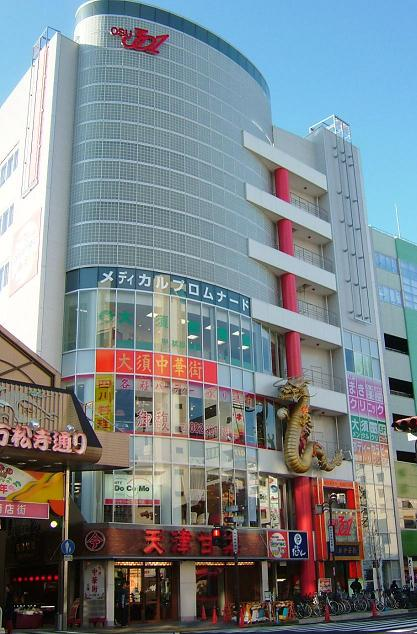
大須301ビル
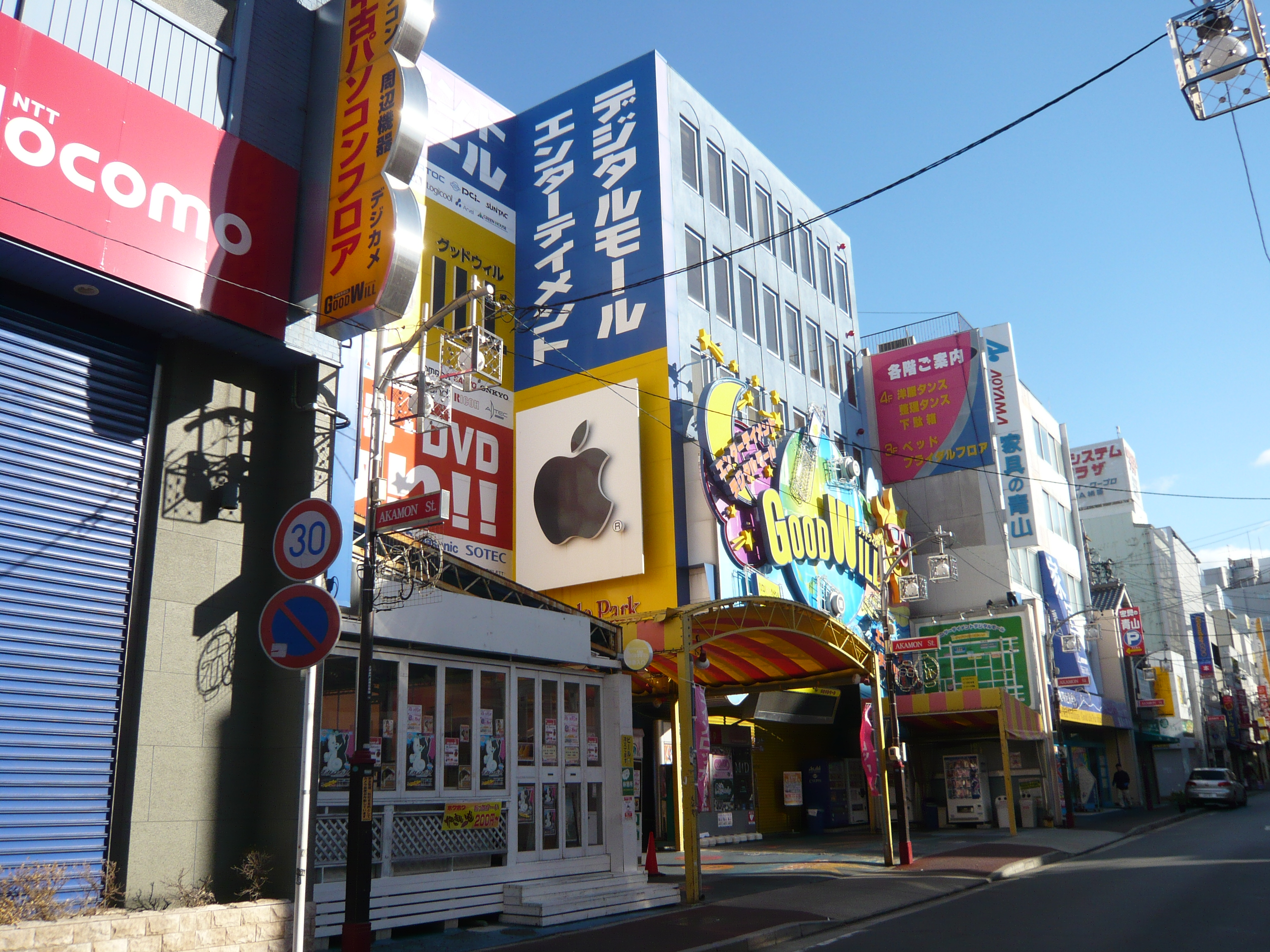
グッドウィルデジタルモール
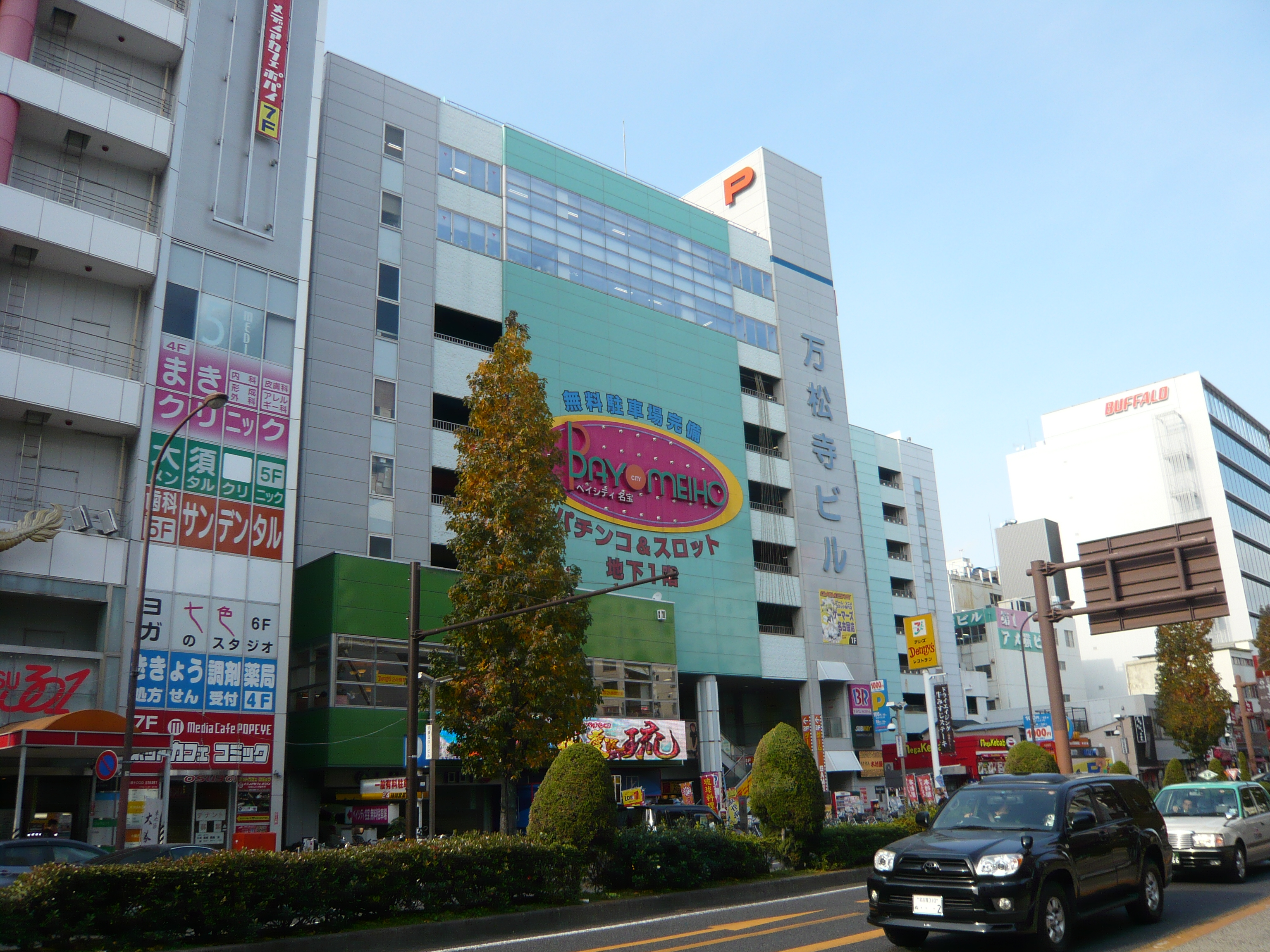
万松寺ビル
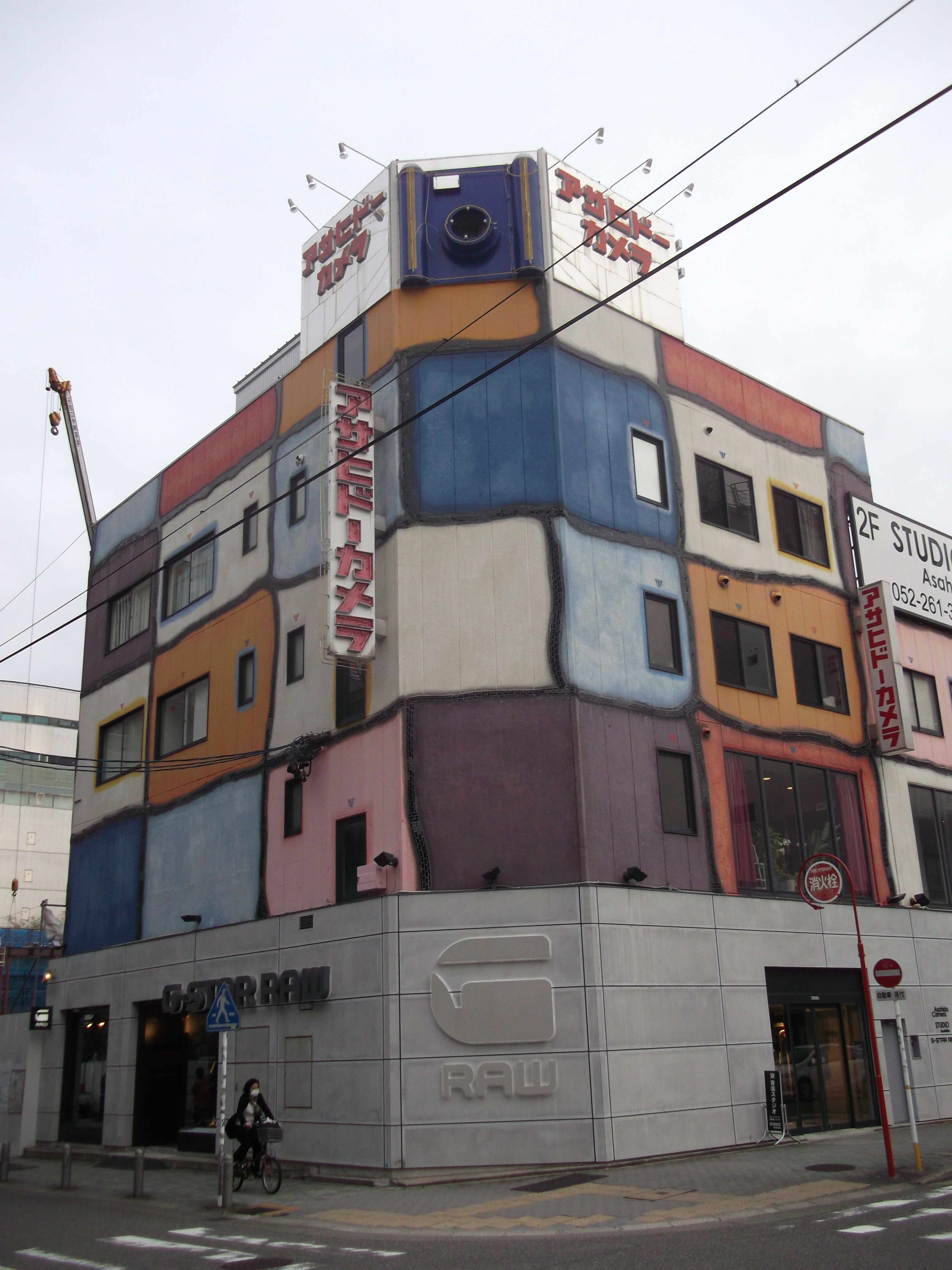
アサヒドーカメラ
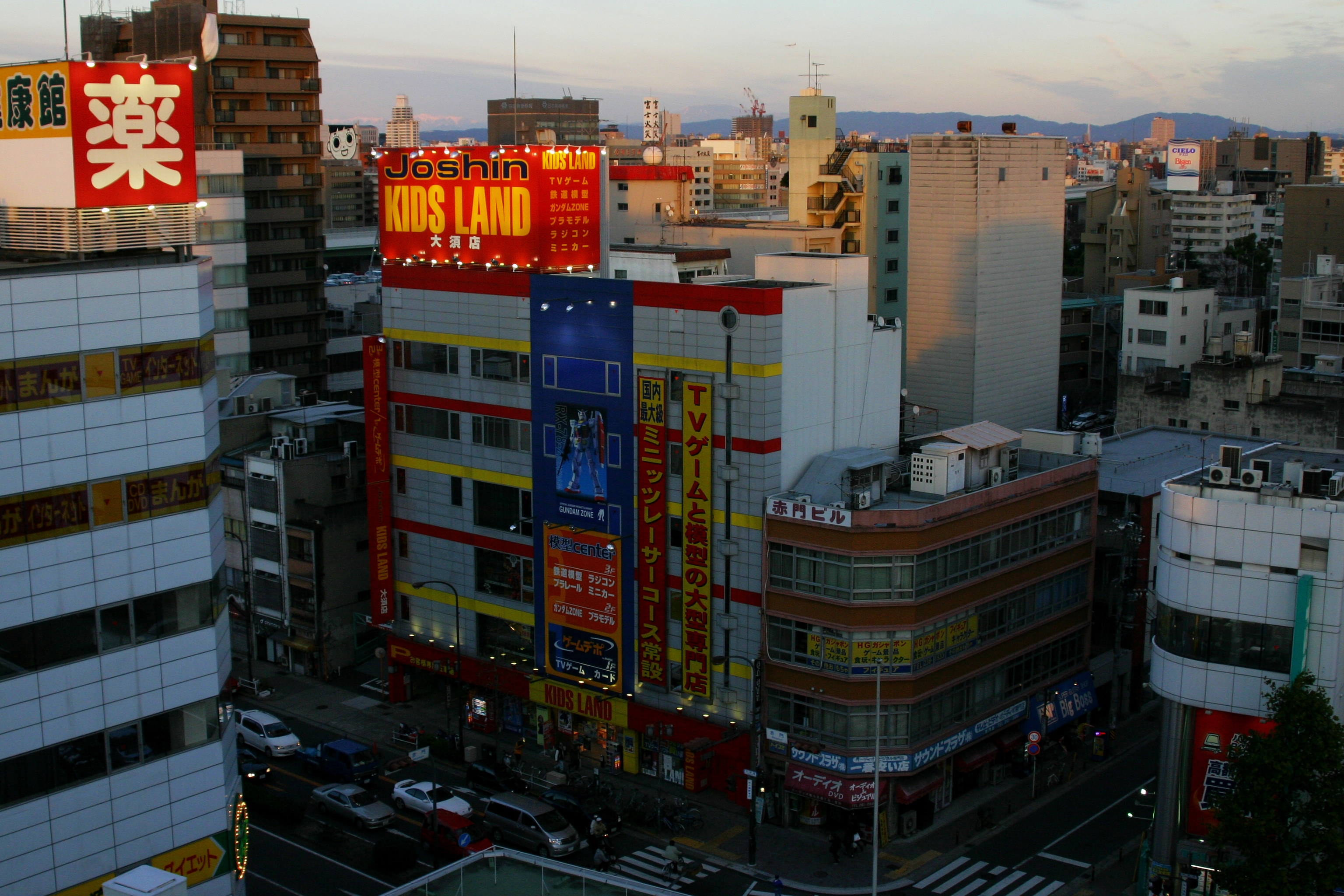
ジョーシンスーパーキッズランド大須店
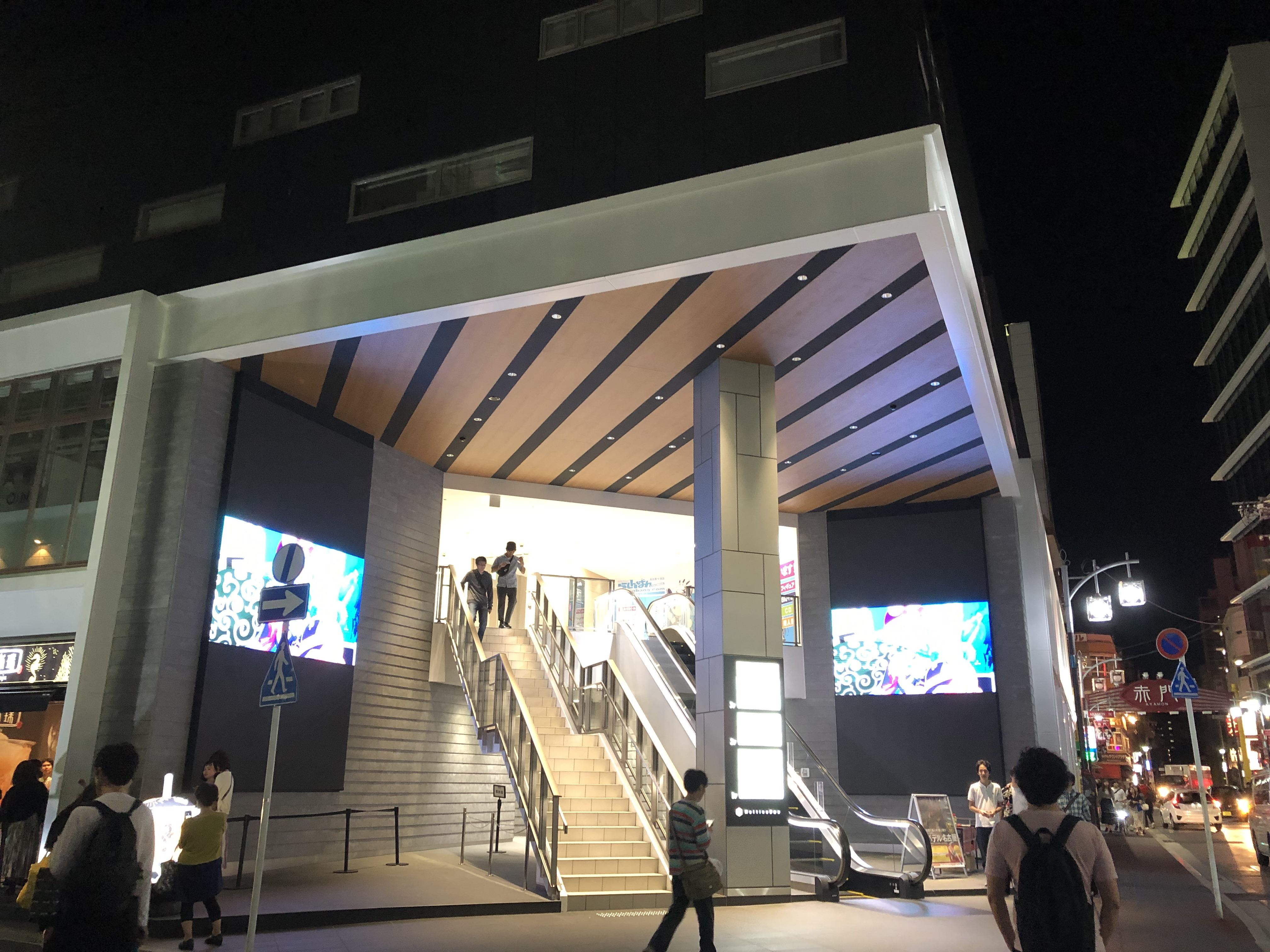
マルチナボックス

- アメ横ビル
- コメ兵本館
- 大須301ビル
- グッドウィルデジタルモール
- 万松寺ビル
- アサヒドーカメラ
- ジョーシンスーパーキッズランド大須店
- マルチナボックス

金山
- 金山南ビル
- アスナル金山
- イオンモール熱田
- イオン金山店
- Loop金山
- 金山μプラザ
- 金山小町
- カナヤマギンザ（長谷川ビル）

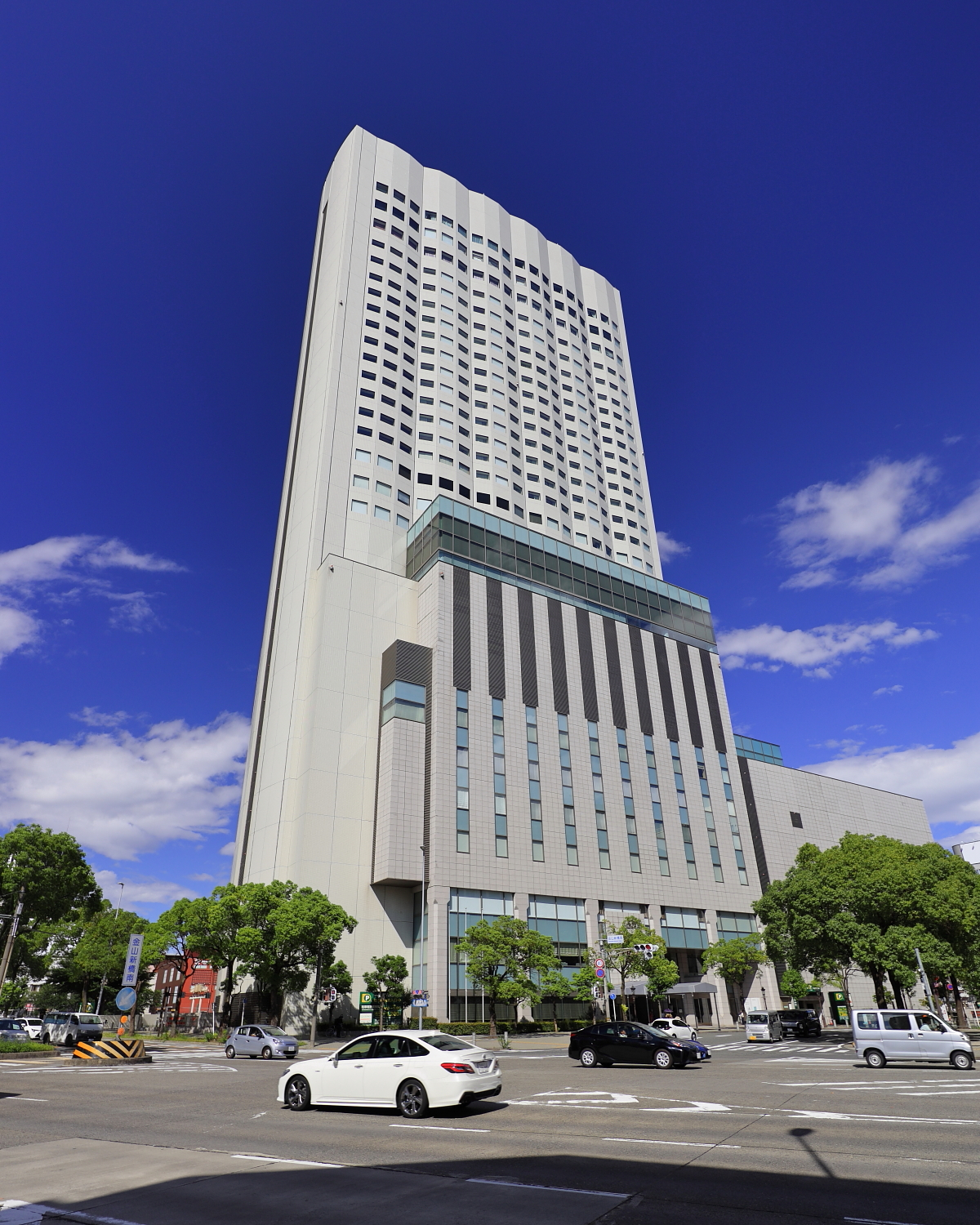
金山南ビル
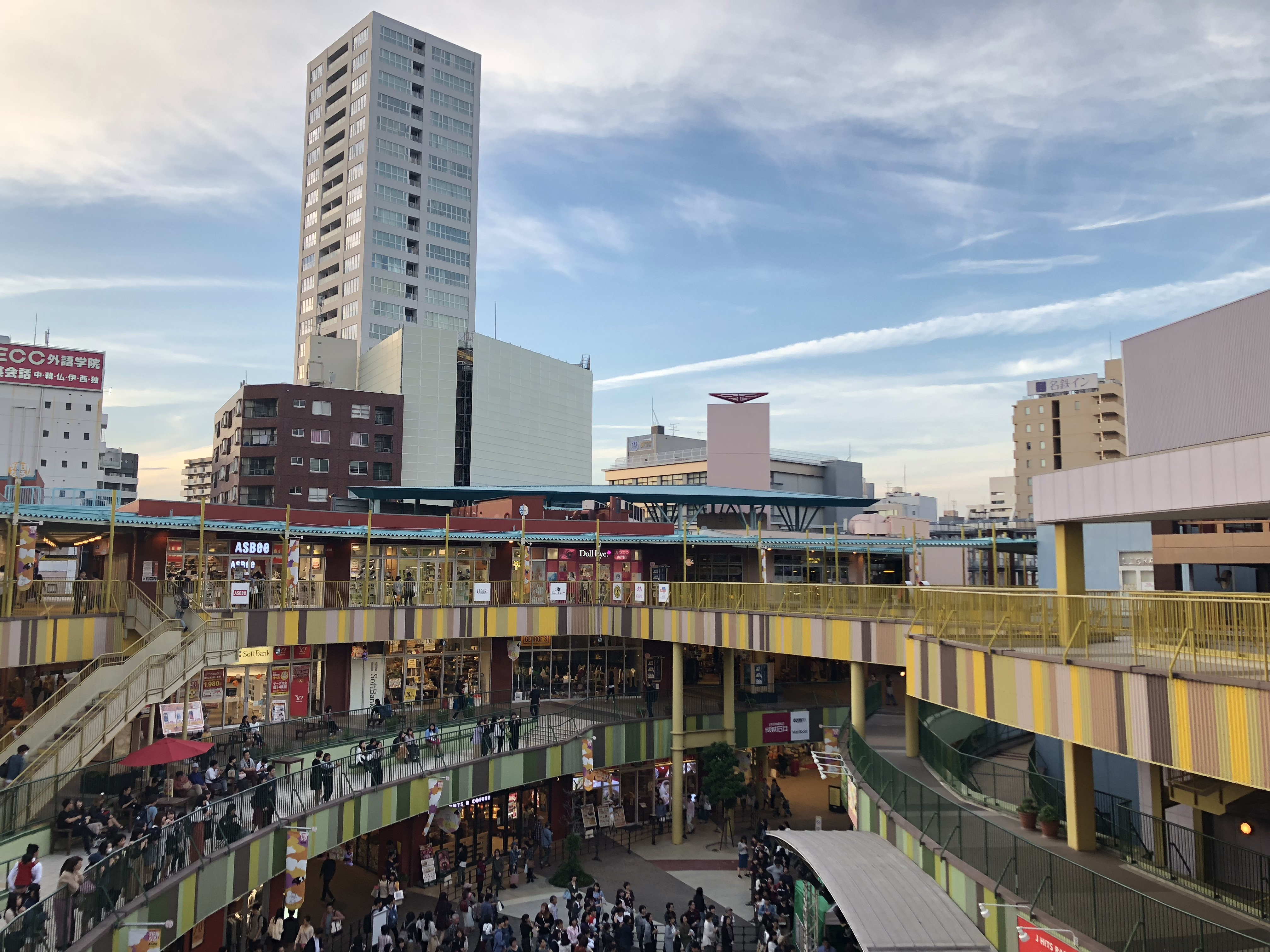
アスナル金山
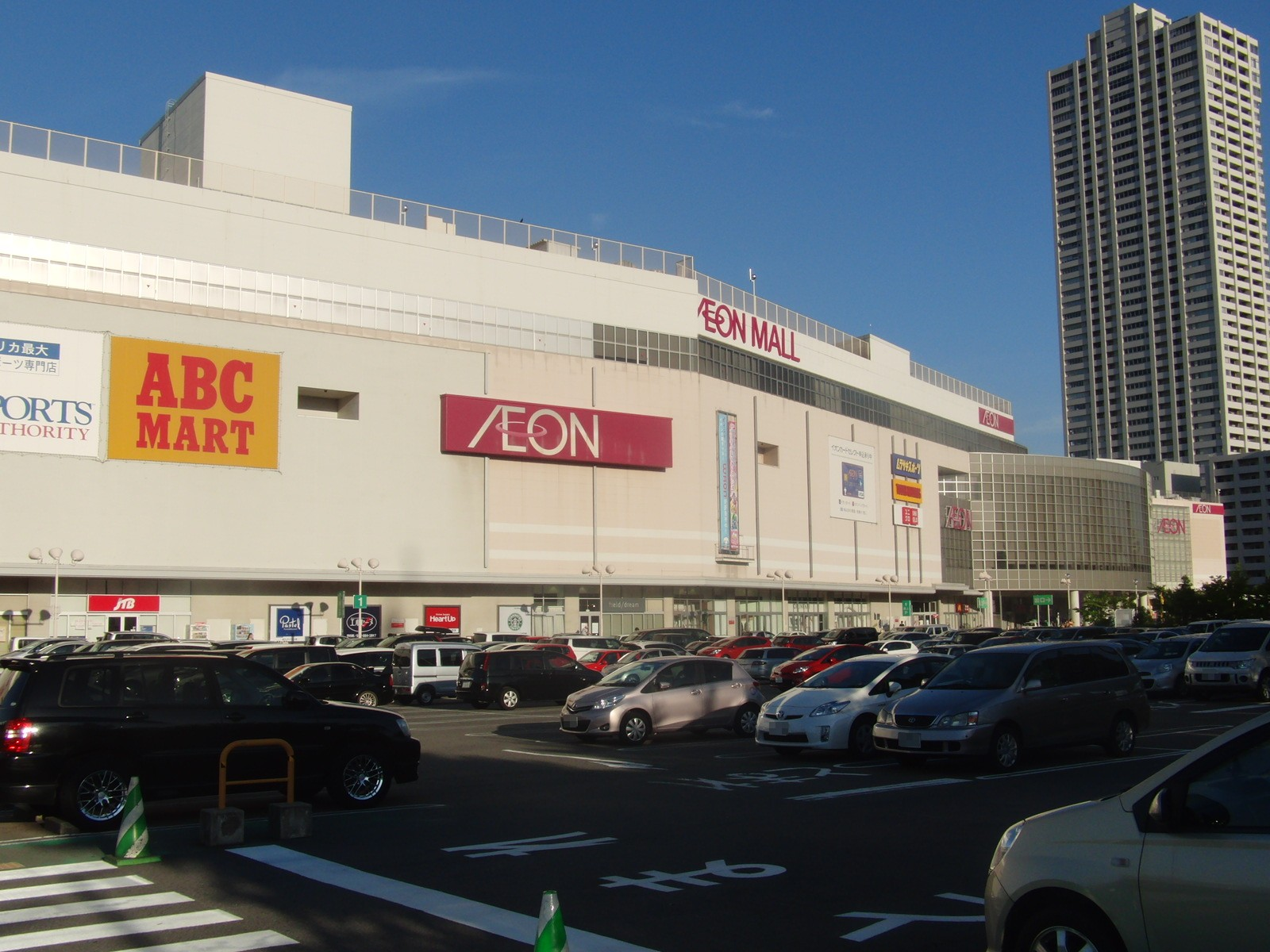
イオンモール熱田
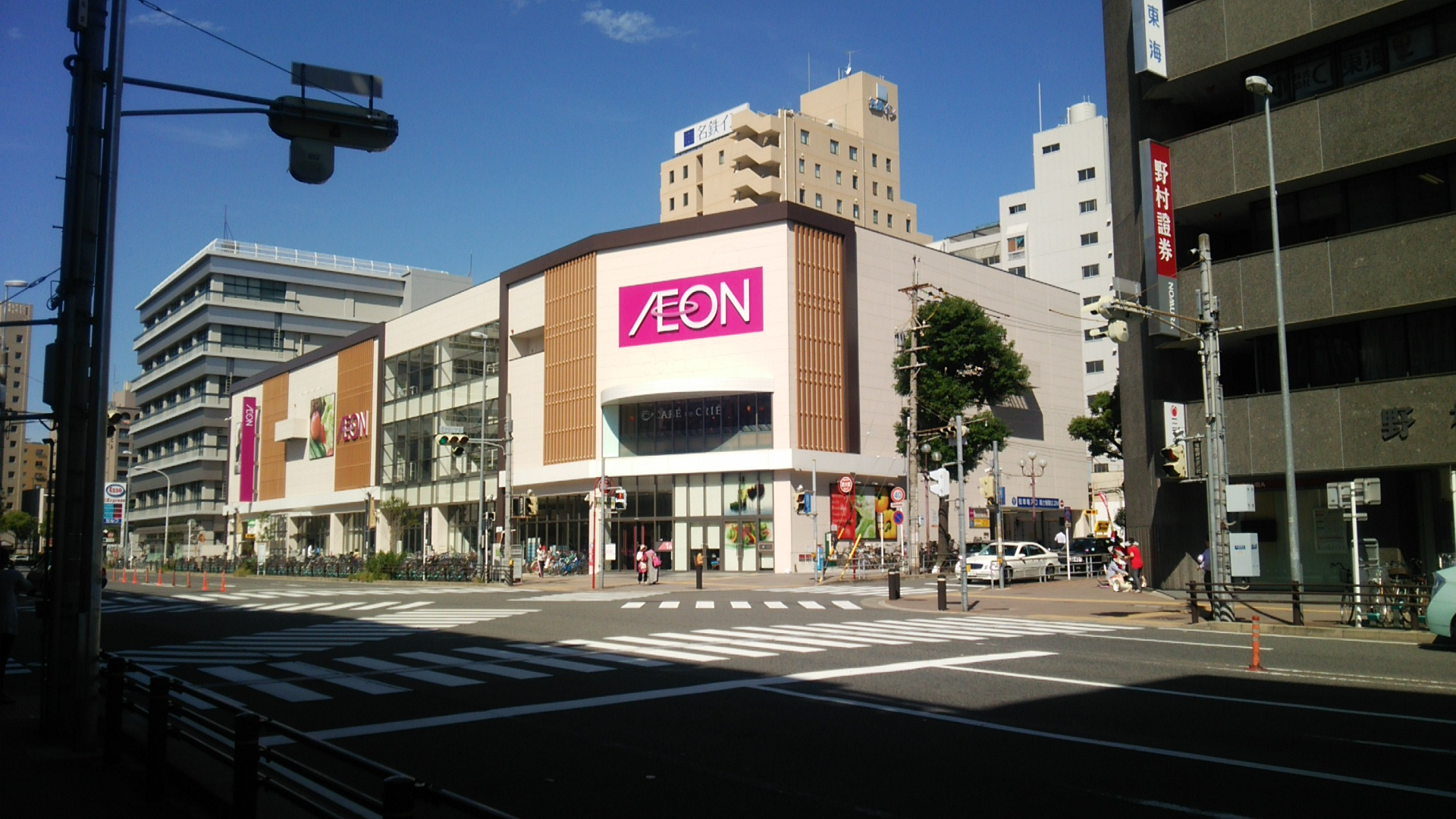
イオン金山店
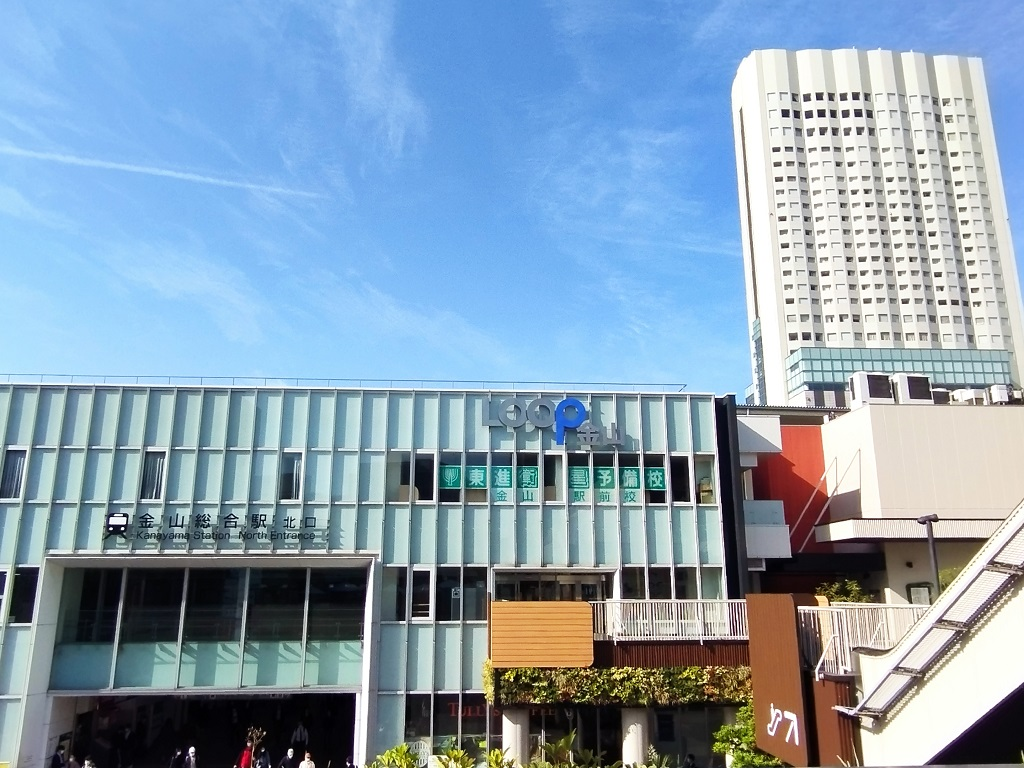
Loop金山
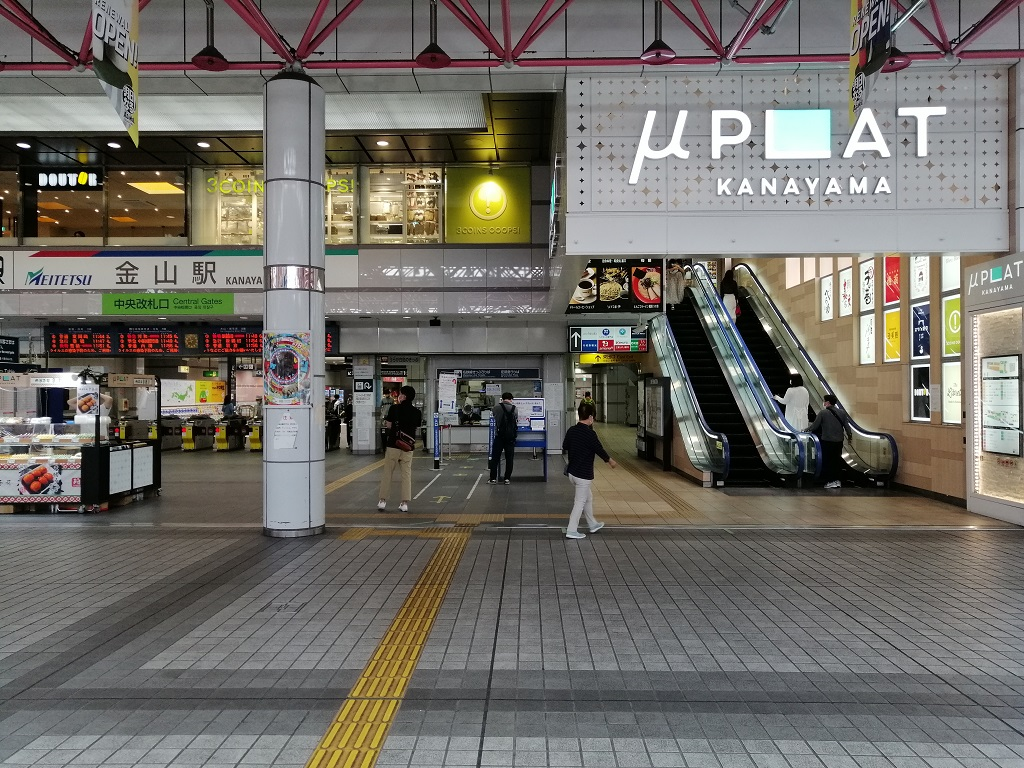
金山μプラザ
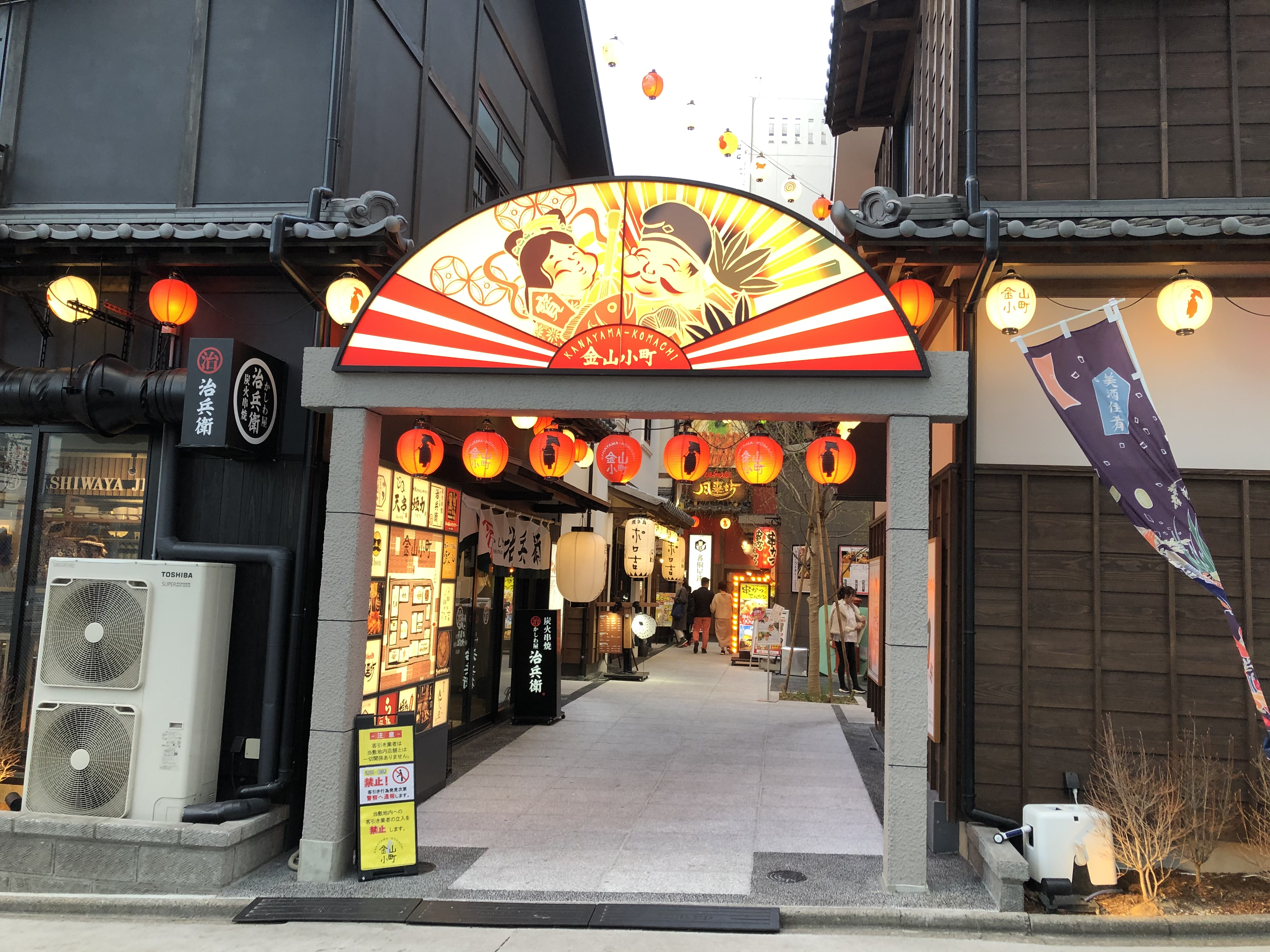
金山小町
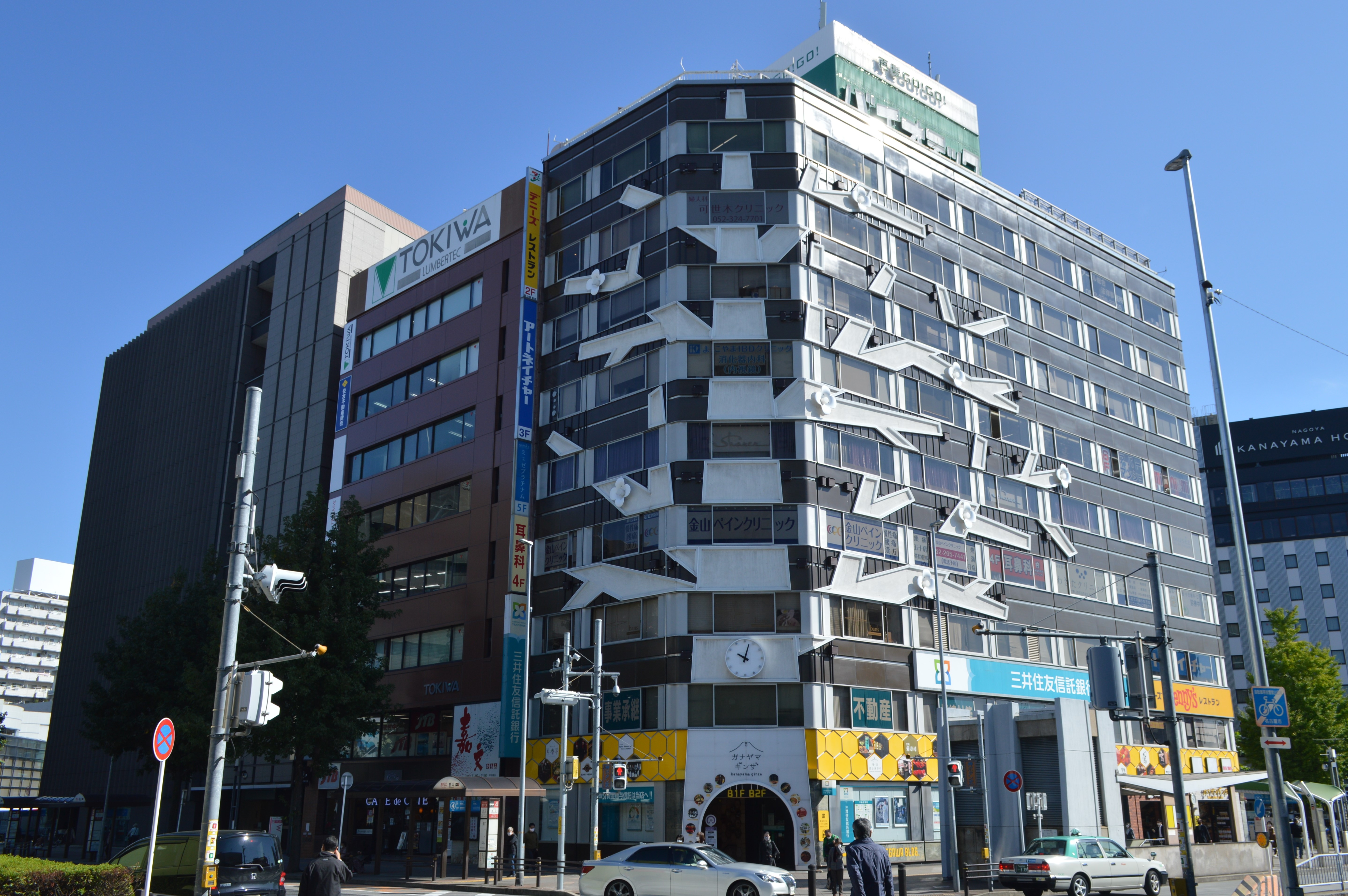
カナヤマギンザ

主な商業施設
東部
- 星が丘テラス（地下鉄東山線星ヶ丘駅）
- 名古屋三越星ヶ丘店（地下鉄東山線星ヶ丘駅）
  - 三越映画劇場

- デリスクエア（地下鉄東山線・桜通線今池駅）
- イオン今池店（地下鉄東山線・桜通線今池駅）
- サンクレア池下（地下鉄東山線池下駅）
- 藤が丘effe（地下鉄東山線藤が丘駅
- イオン八事店（地下鉄鶴舞線・名城線八事駅）
- イオンタウン千種（地下鉄鶴舞線・JR中央本線鶴舞駅高架沿い北側）

西部
- イオンタウン名西（地下鉄鶴舞線庄内通駅）
- イオンモール名古屋茶屋
- パレマルシェ中村
- mozoワンダーシティ（名鉄犬山線・地下鉄鶴舞線上小田井駅）
- イオンモール Nagoya Noritake Garden（2021年10月27日オープン）（地下鉄東山線亀島駅、名鉄名古屋本線栄生駅)

南部
- アピタ名古屋南店
- イオンモール大高（JR東海道本線南大高駅）
- イオンモール名古屋みなと（名古屋臨海高速鉄道あおなみ線荒子川公園駅）
- イオンモール新瑞橋（地下鉄名城線・桜通線新瑞橋駅）
- イオンタウン有松（名鉄名古屋本線有松駅）
- JETTY（地下鉄名港線名古屋港駅）
- なるぱーく（名鉄名古屋本線鳴海駅）
- ヒルズウォーク徳重ガーデンズ（地下鉄桜通線徳重駅）
- Maker's Pier（名古屋臨海高速鉄道あおなみ線金城ふ頭駅）
- ららぽーと名古屋みなとアクルス（地下鉄名港線港区役所駅）

北部
- アピタパワー新守山店（JR中央本線新守山駅西側）
- アピタ千代田橋店（地下鉄名城線茶屋ヶ坂駅）
- イオンモールナゴヤドーム前（ガイドウェイバス志段味線（ゆとりーとライン）・地下鉄名城線ナゴヤドーム前矢田駅）
- メッツ大曽根（JR中央本線・名鉄瀬戸線・ゆとりーとライン・地下鉄名城線大曽根駅）

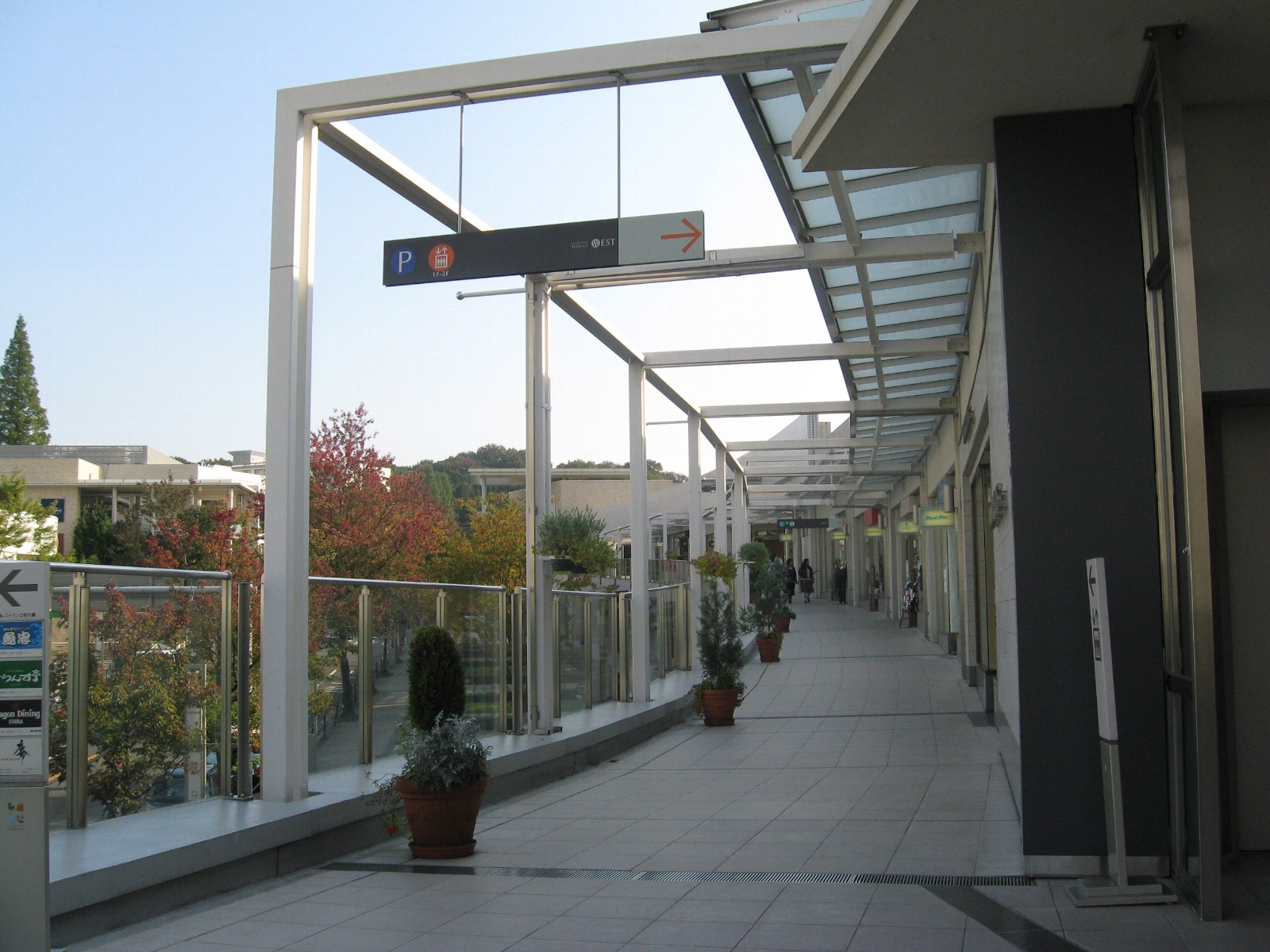
星が丘テラス
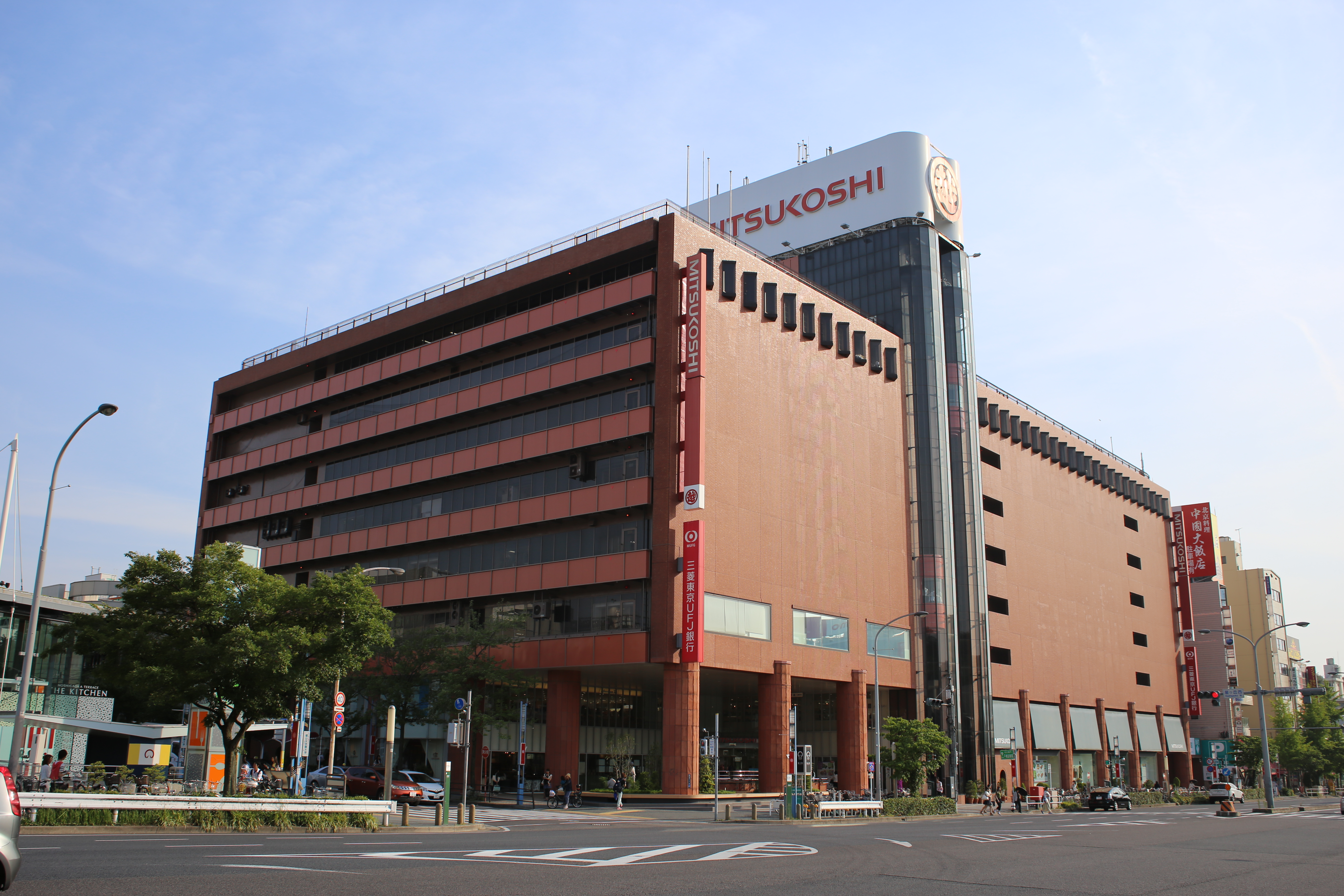
名古屋三越星ヶ丘店
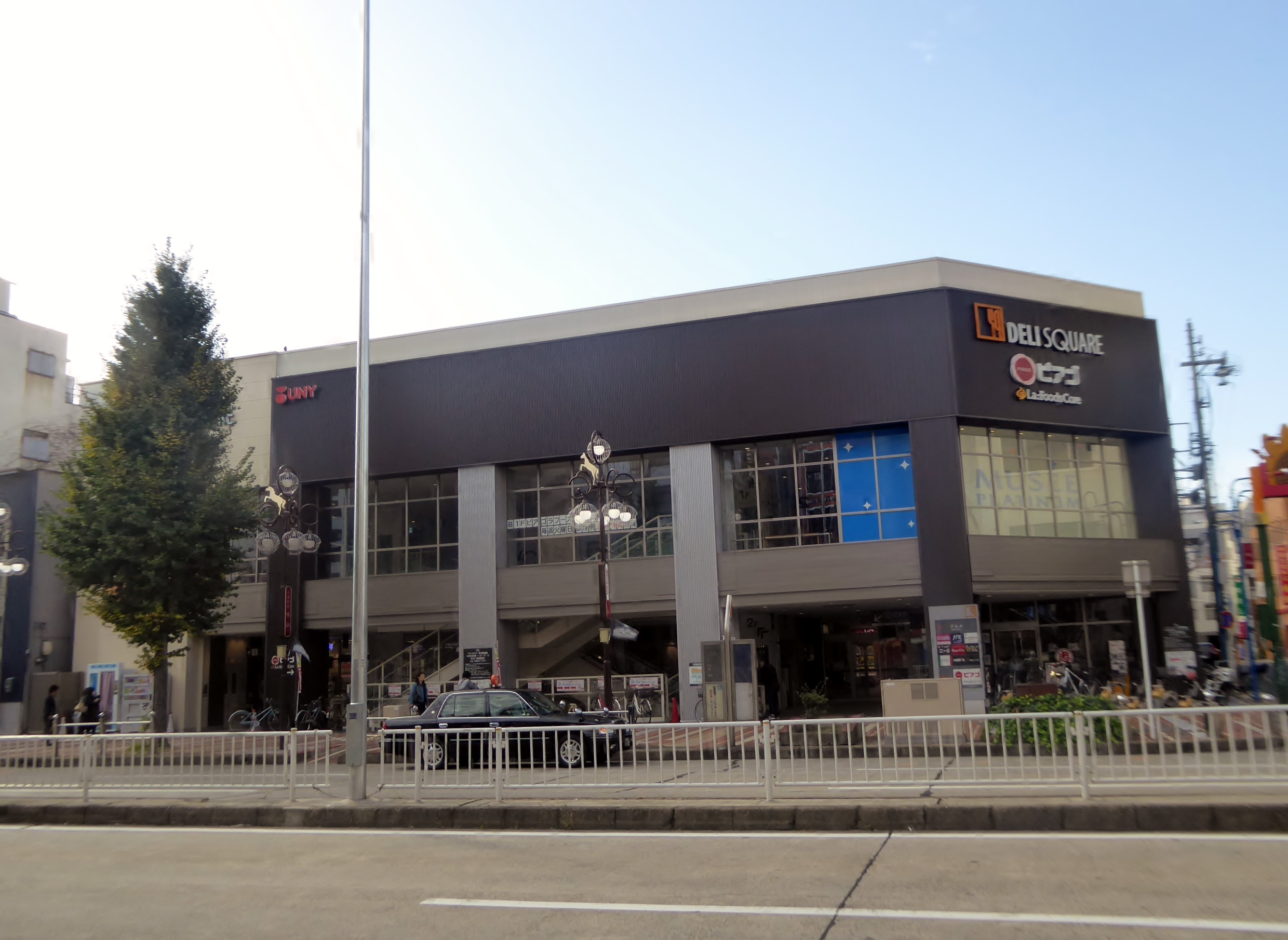
デリスクエア
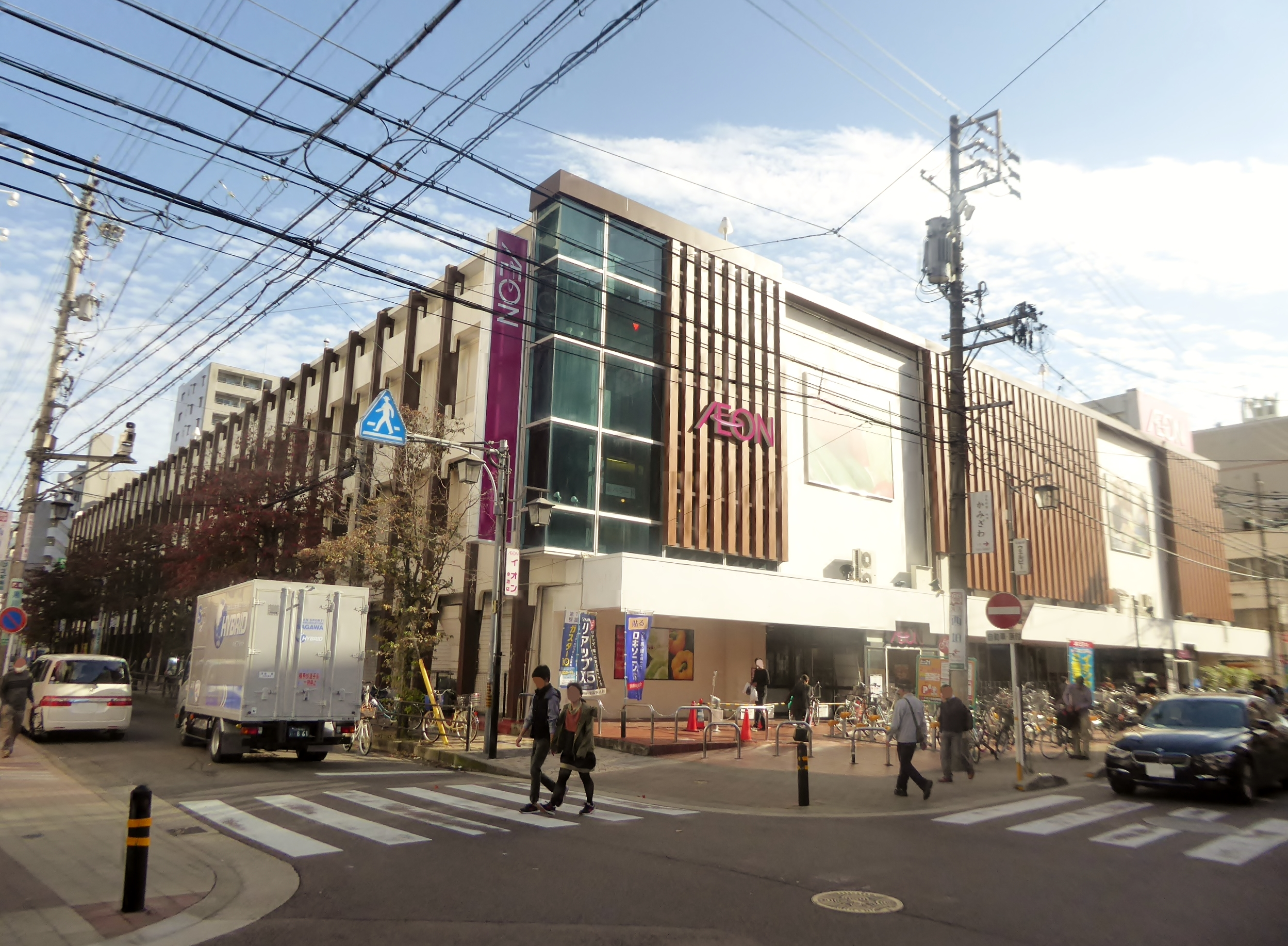
イオン今池店
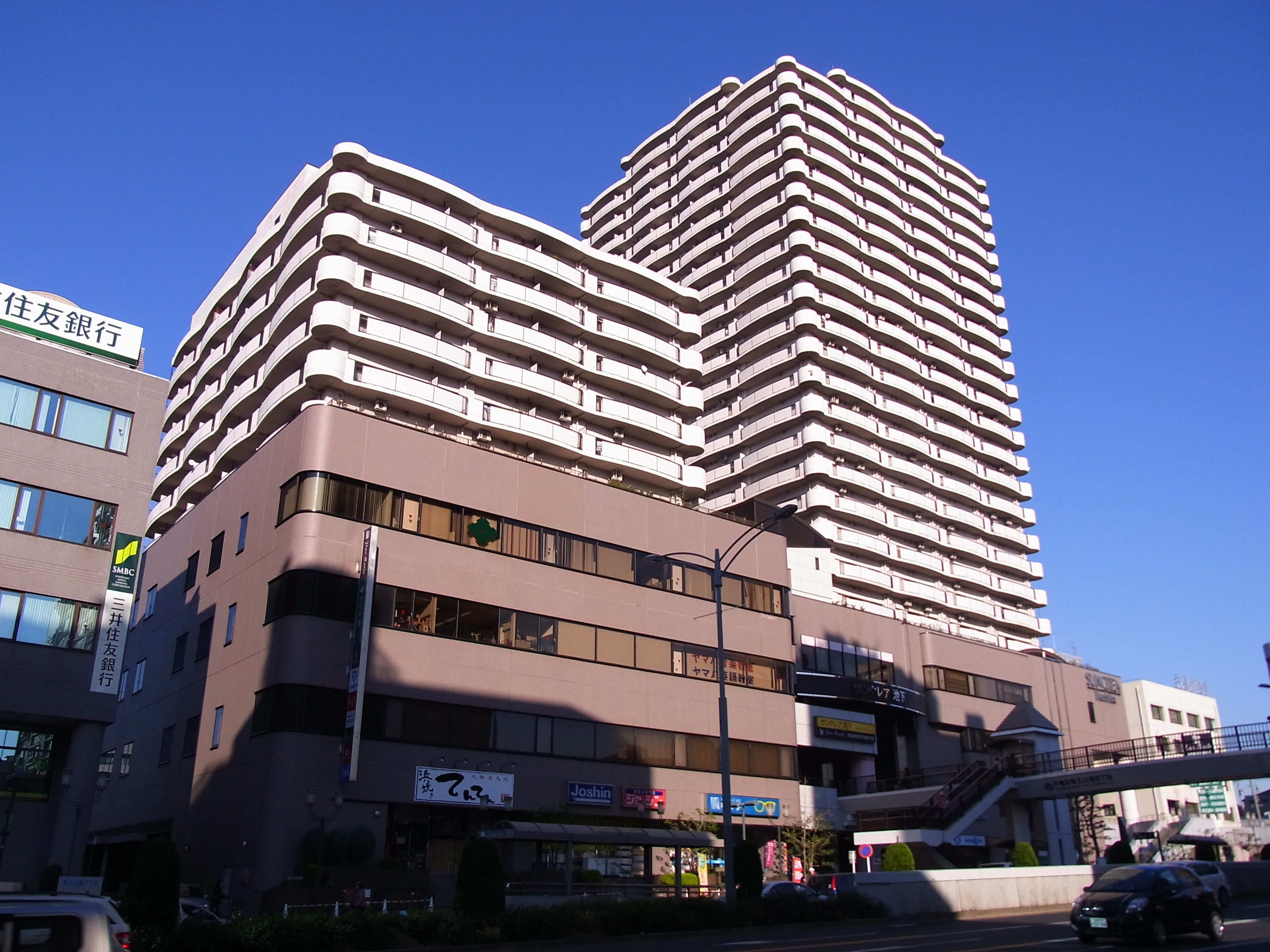
サンクレア池下
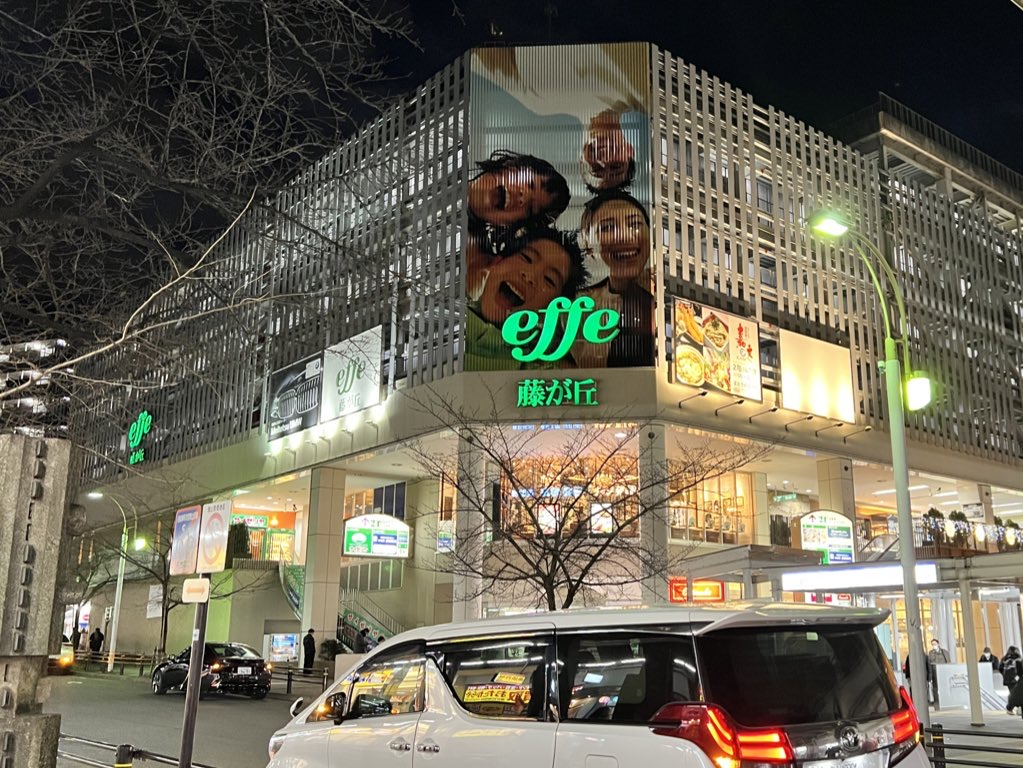
藤が丘effe
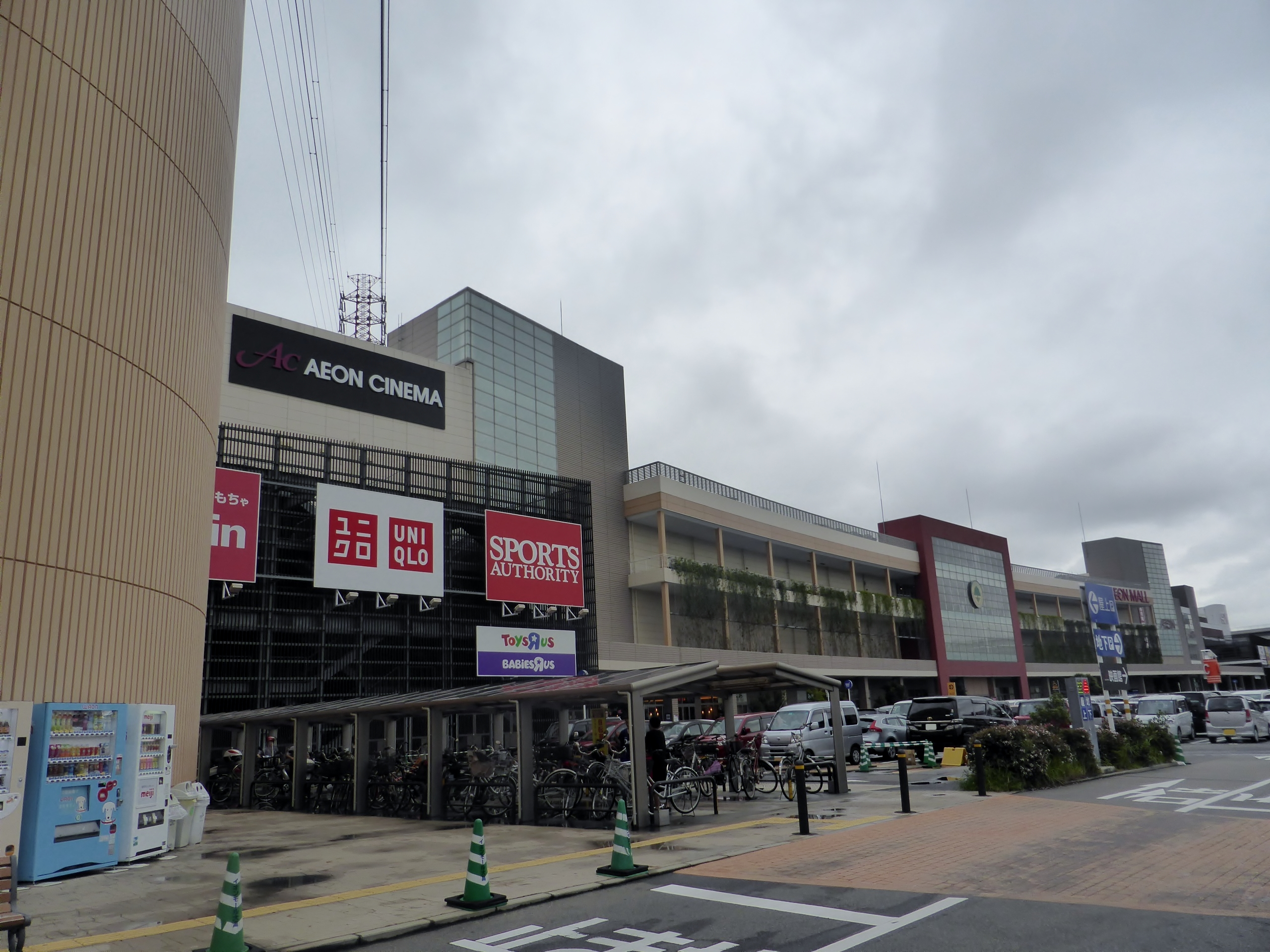
イオンモール大高
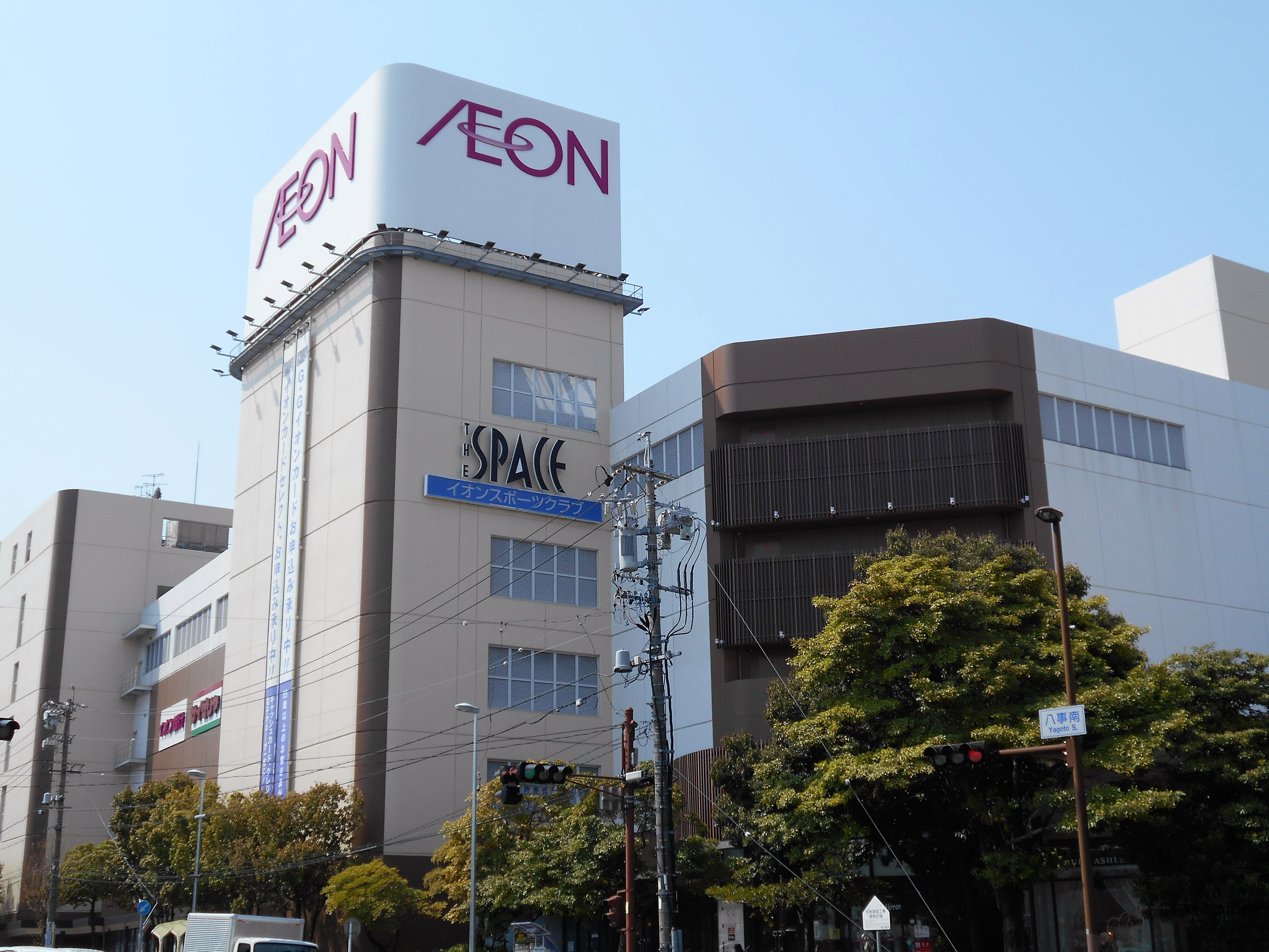
イオン八事店
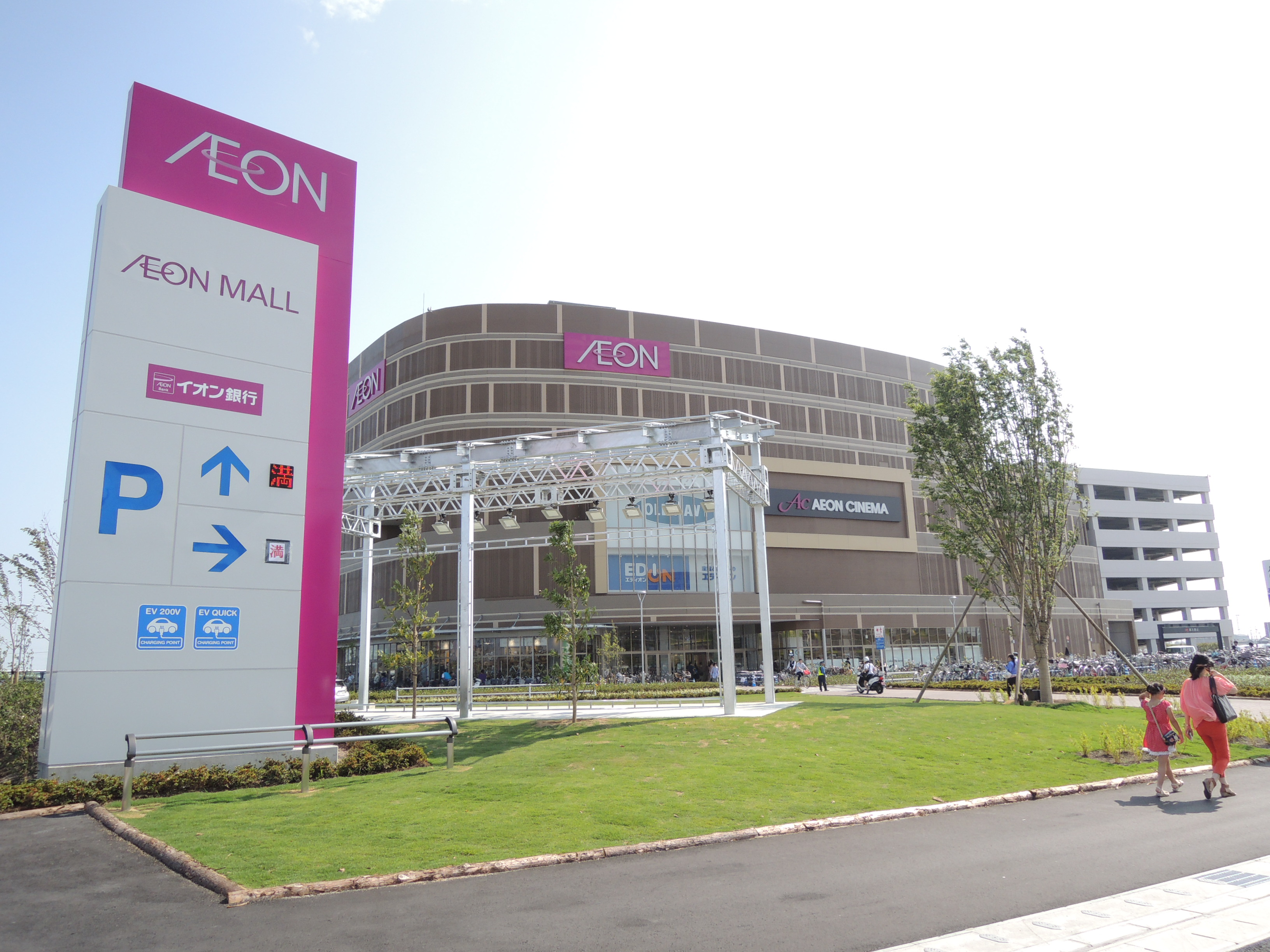
イオンモール名古屋茶屋
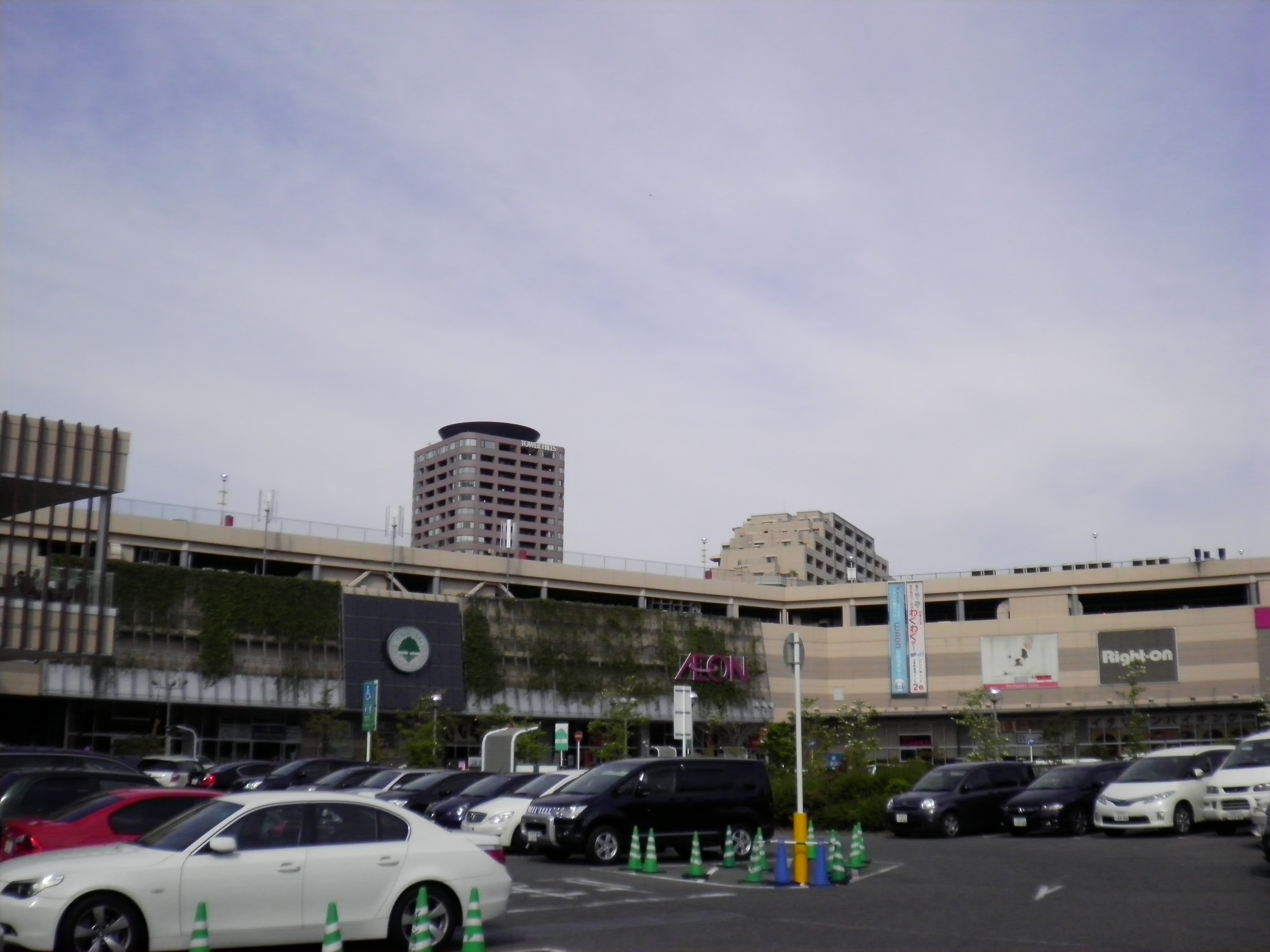
イオンタウン千種
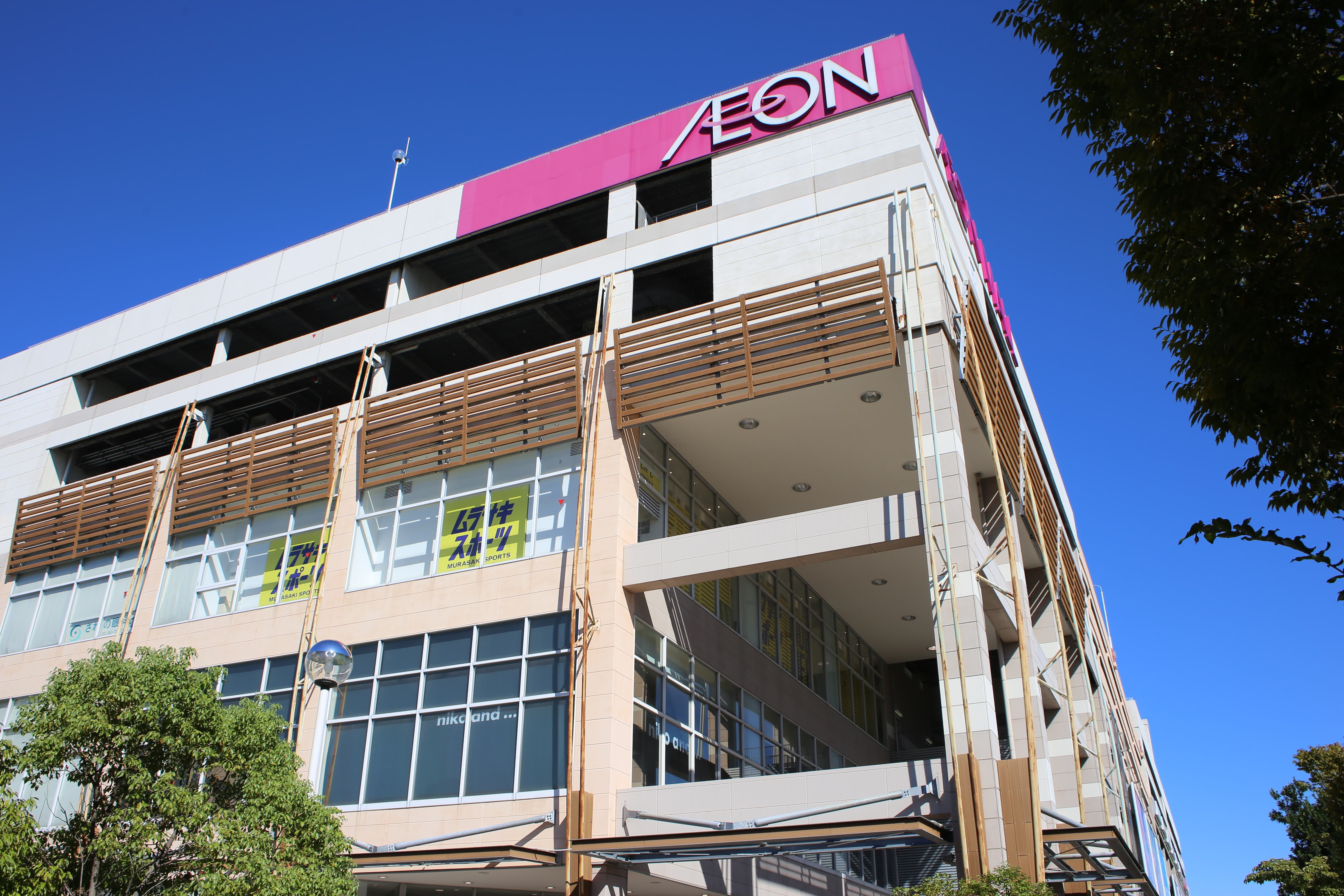
イオンモールナゴヤドーム前
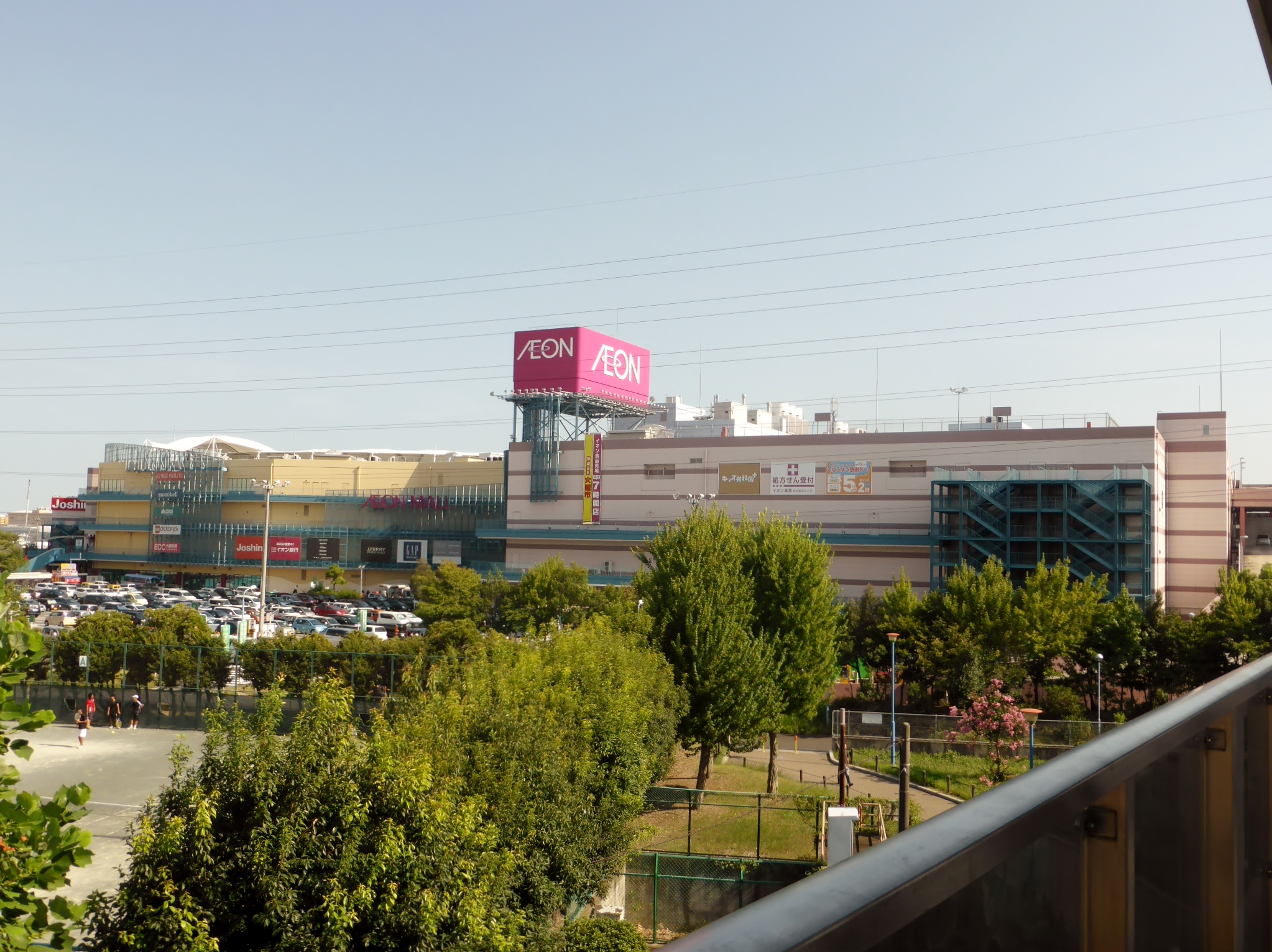
イオンモール名古屋みなと（ベイシティ）
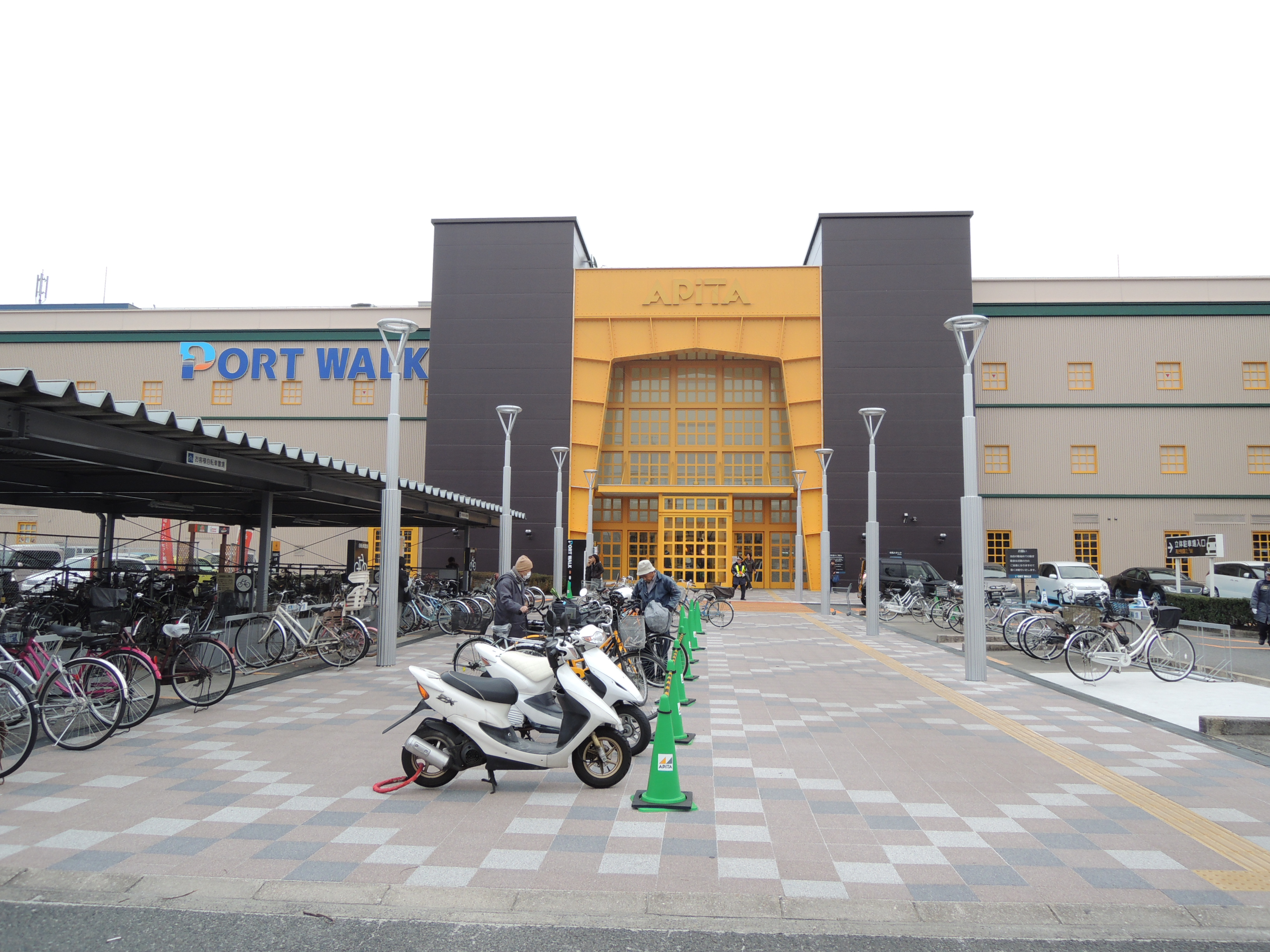
ポートウォークみなと
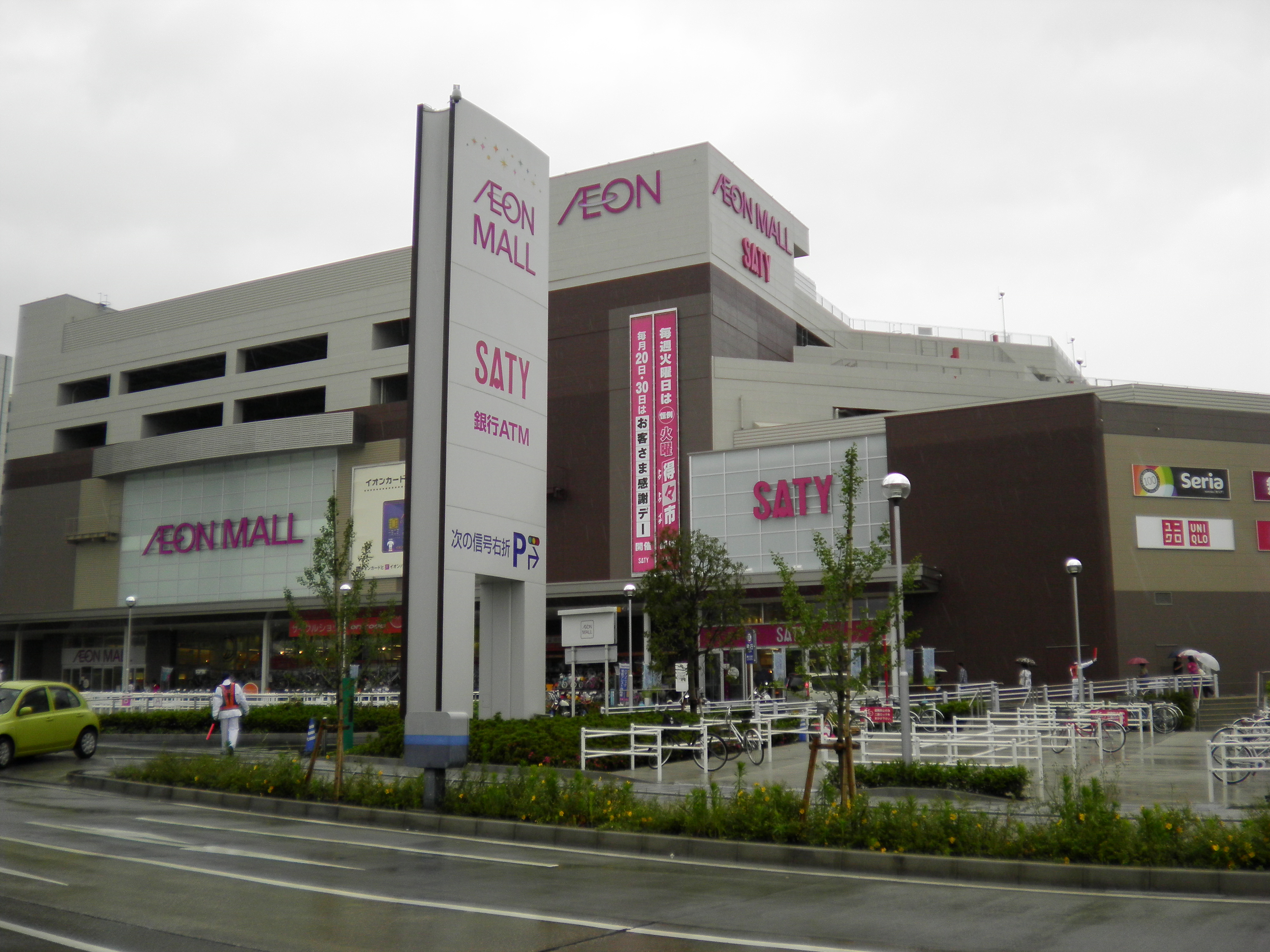
イオンモール新瑞橋
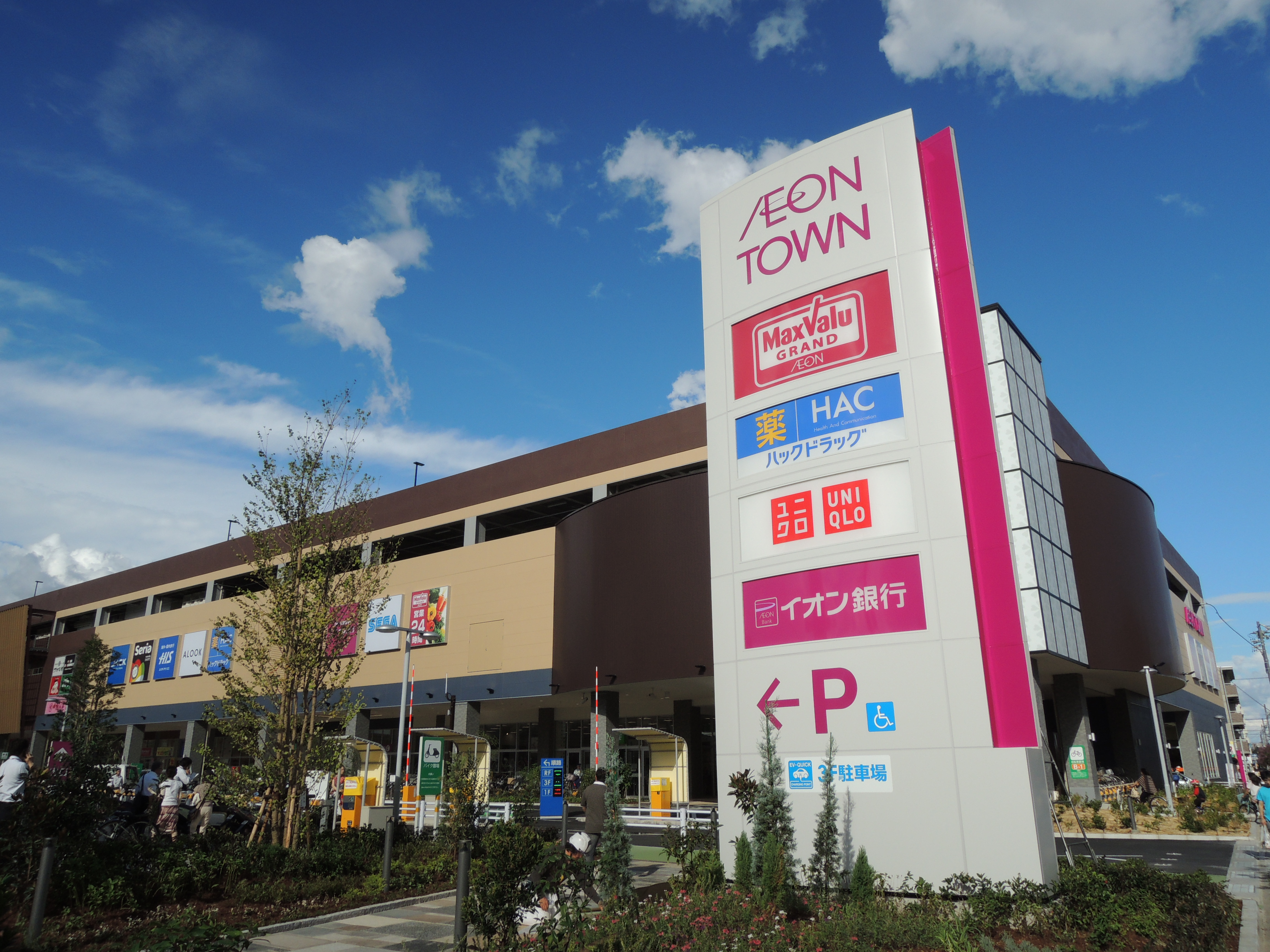
イオンタウン名西
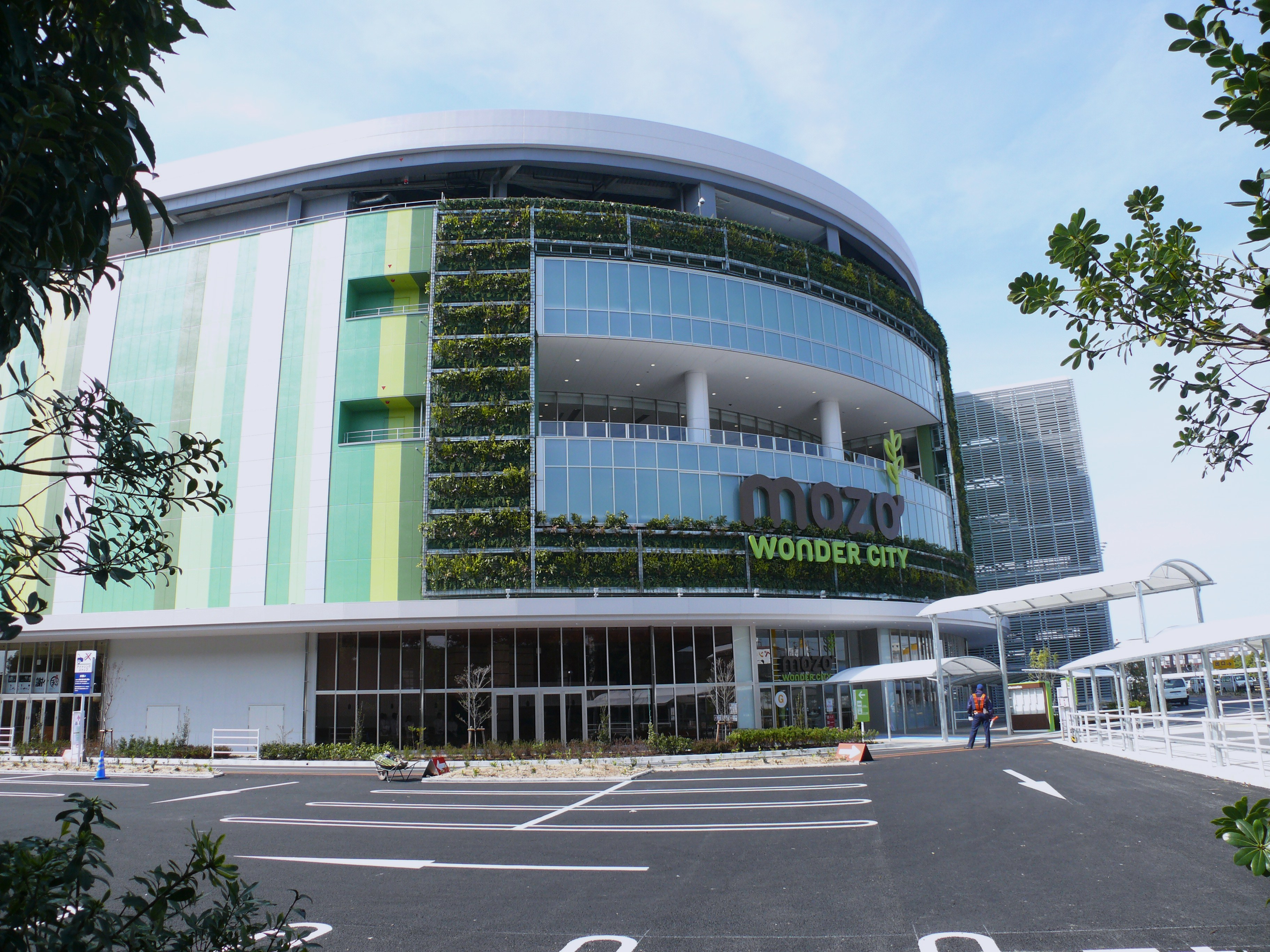
mozoワンダーシティ
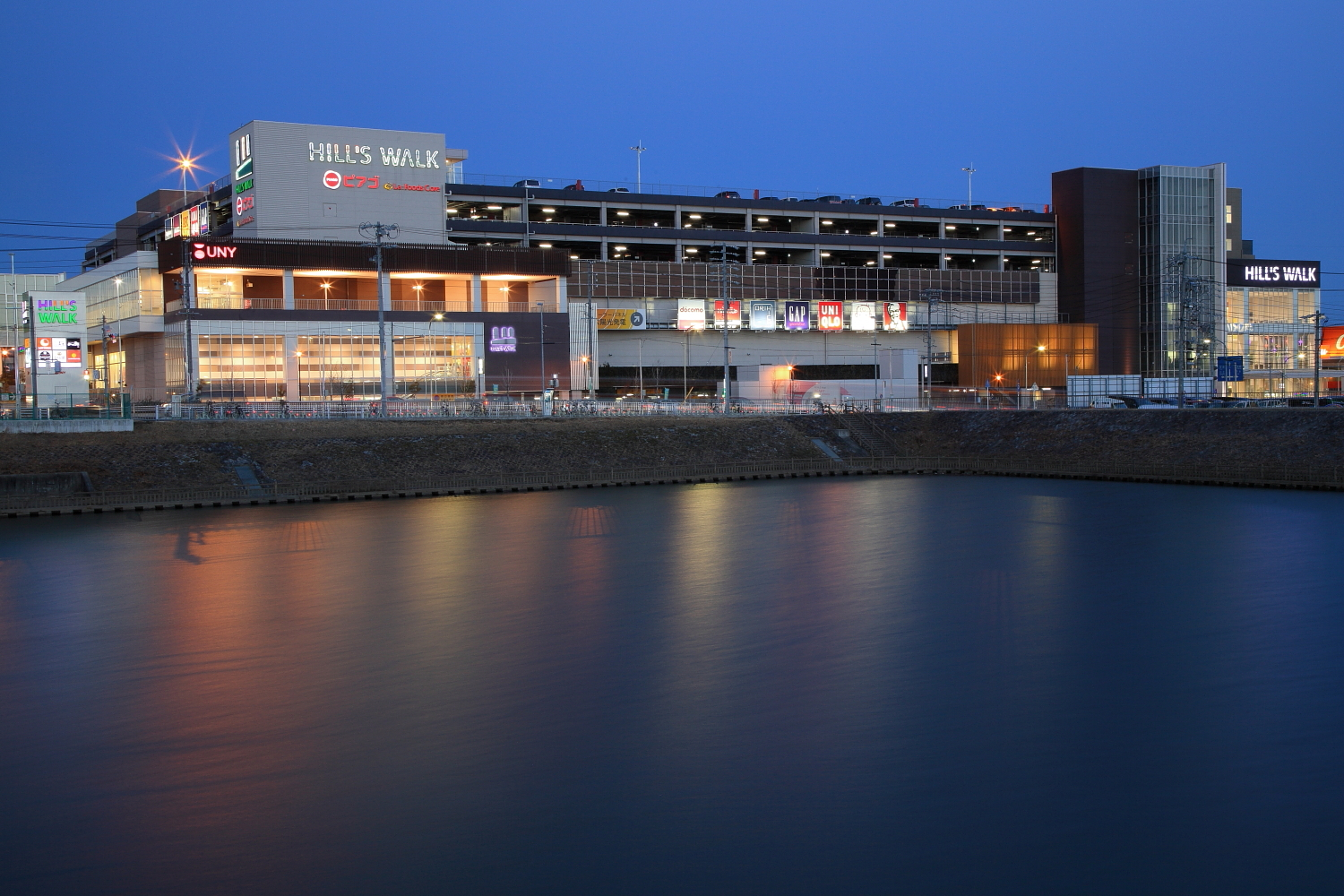
ヒルズウォーク徳重ガーデンズ
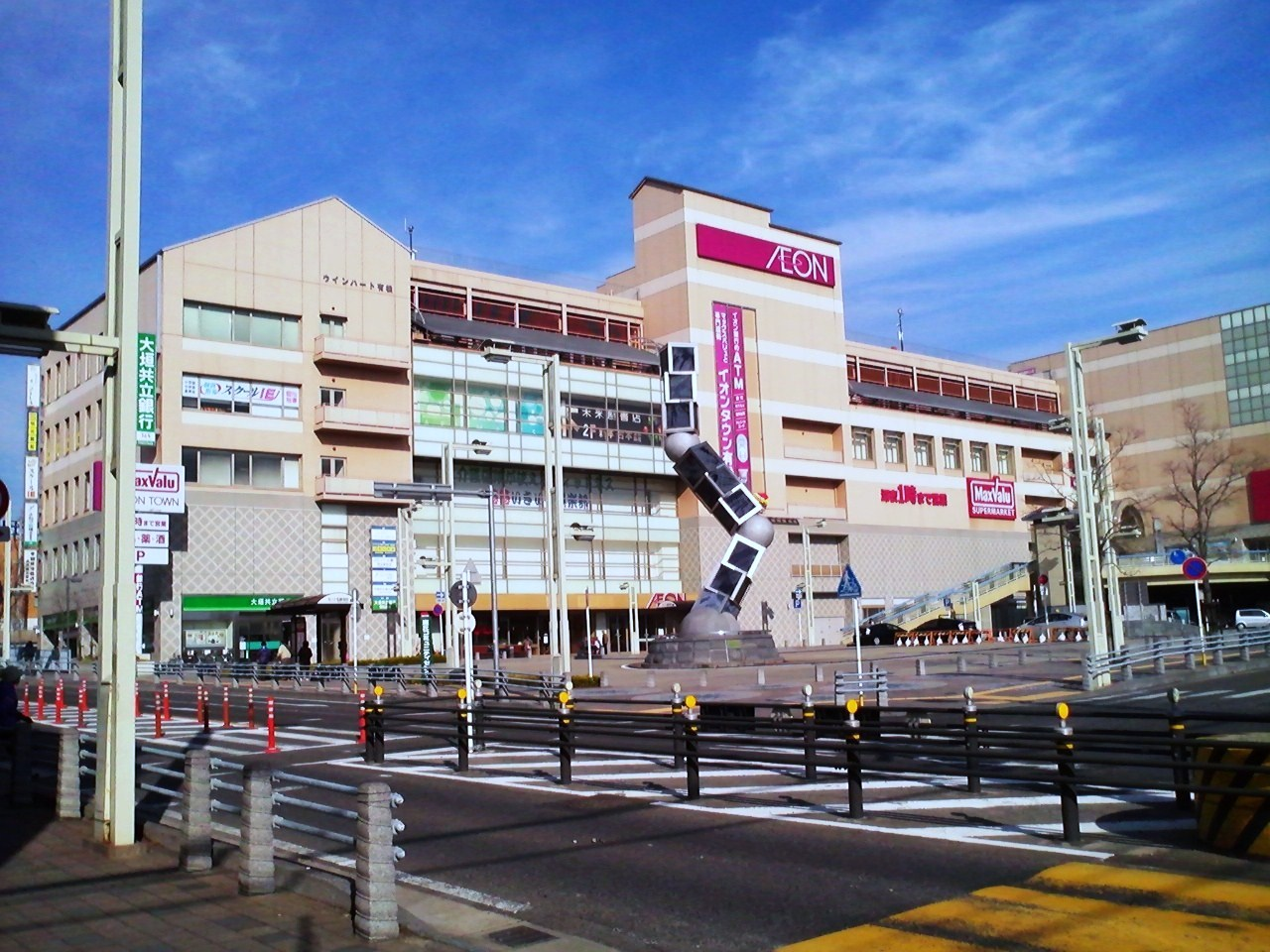
イオンタウン有松
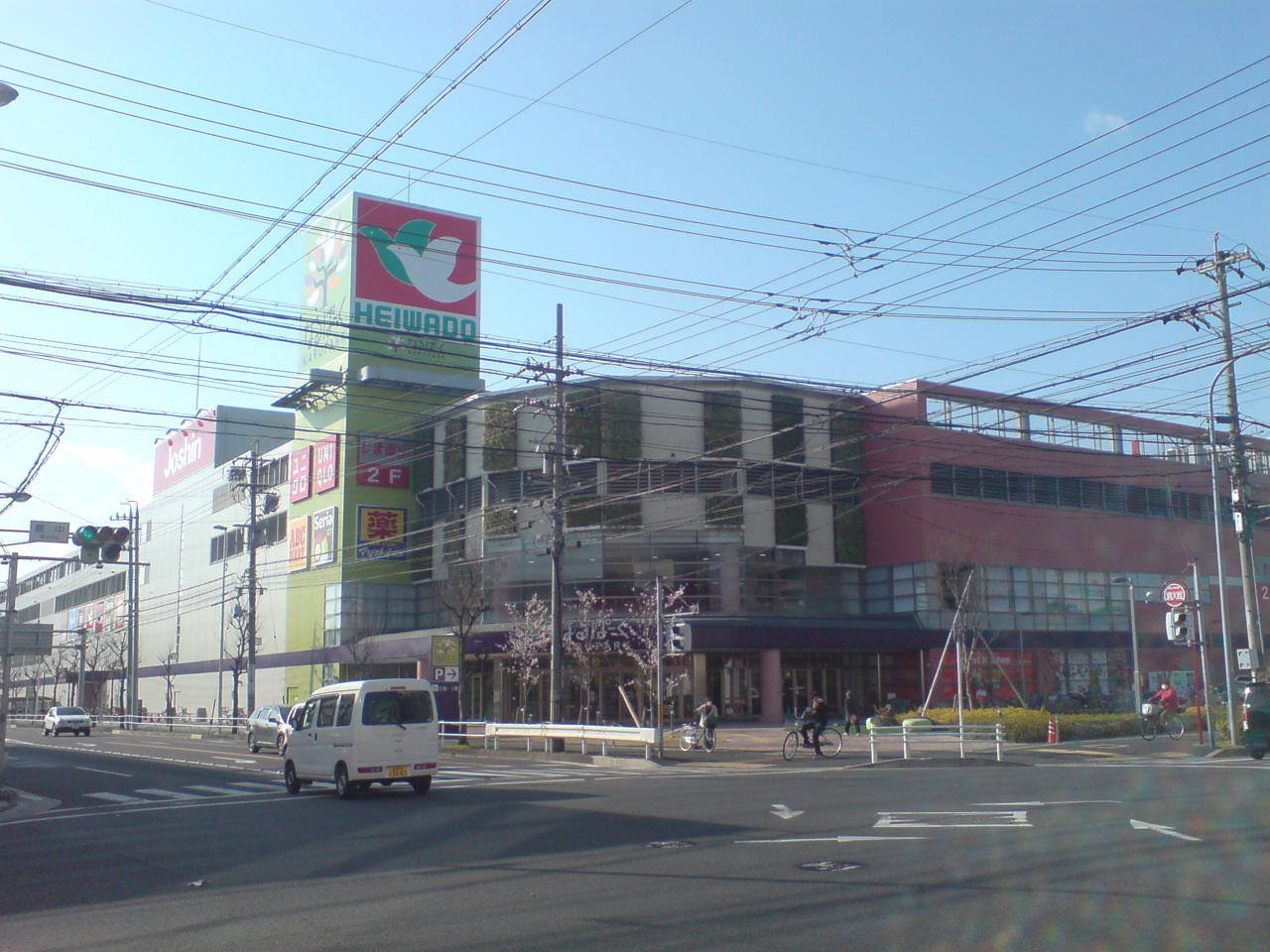
なるぱーく
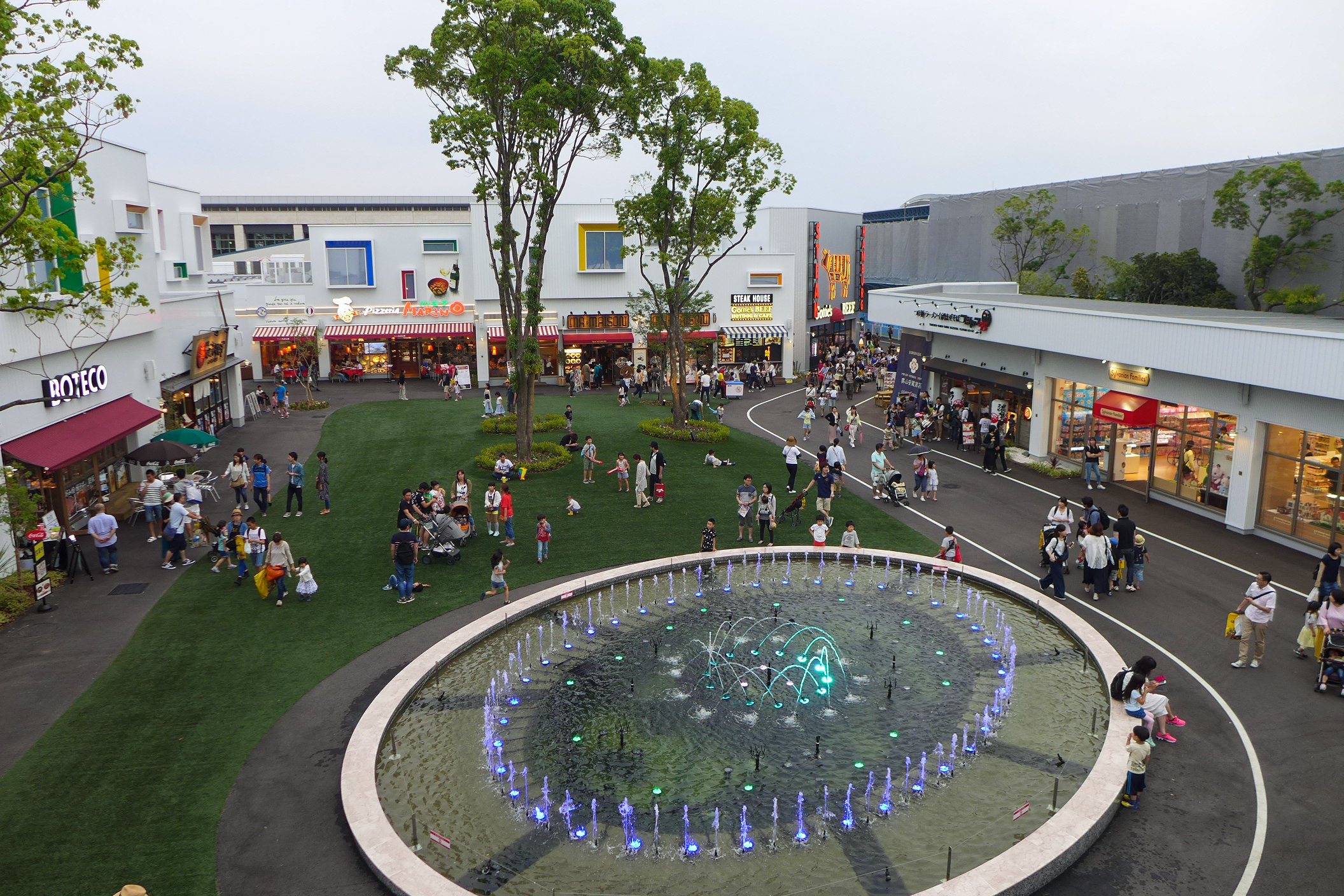
Maker's Pier
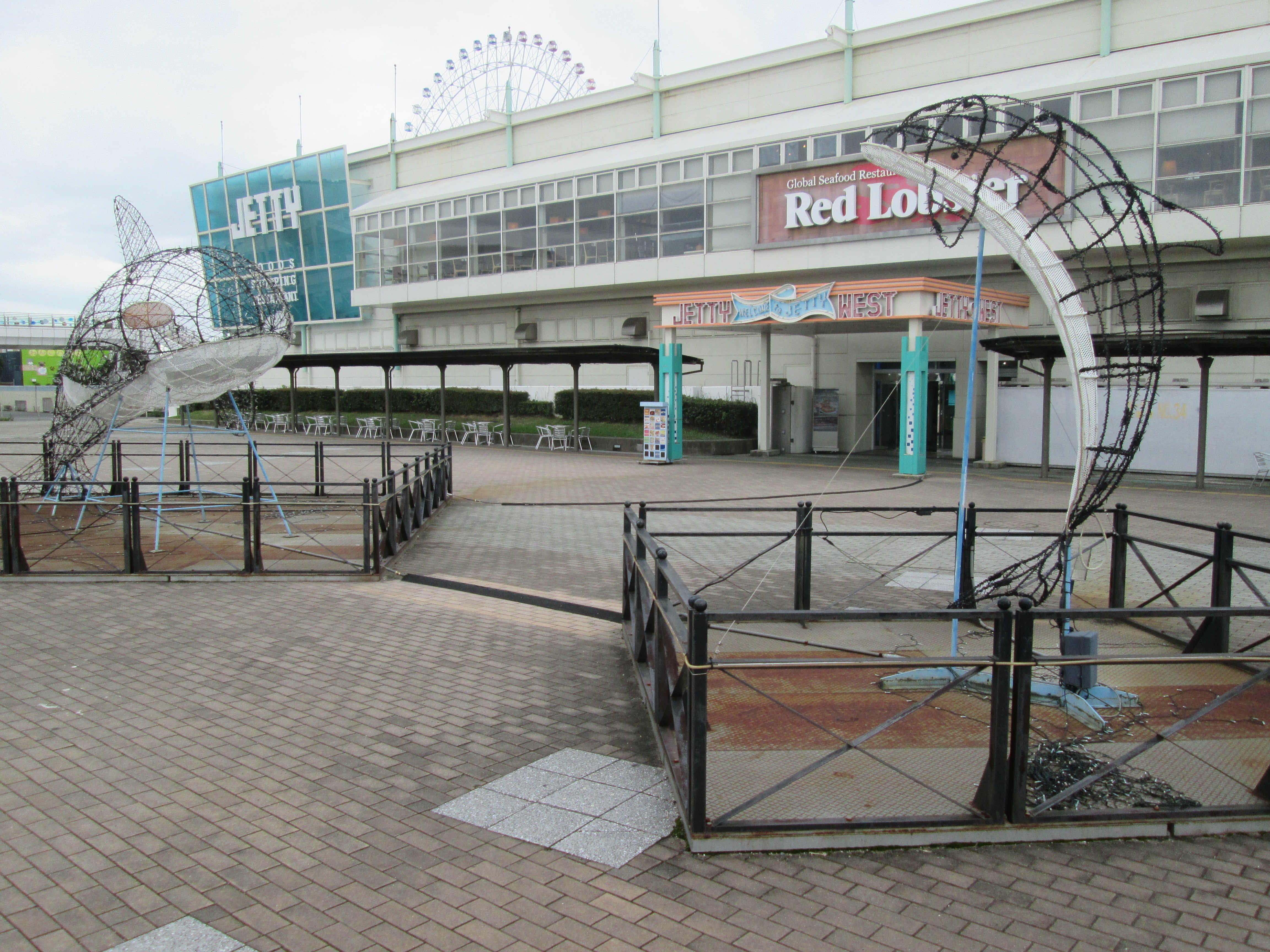
JETTY
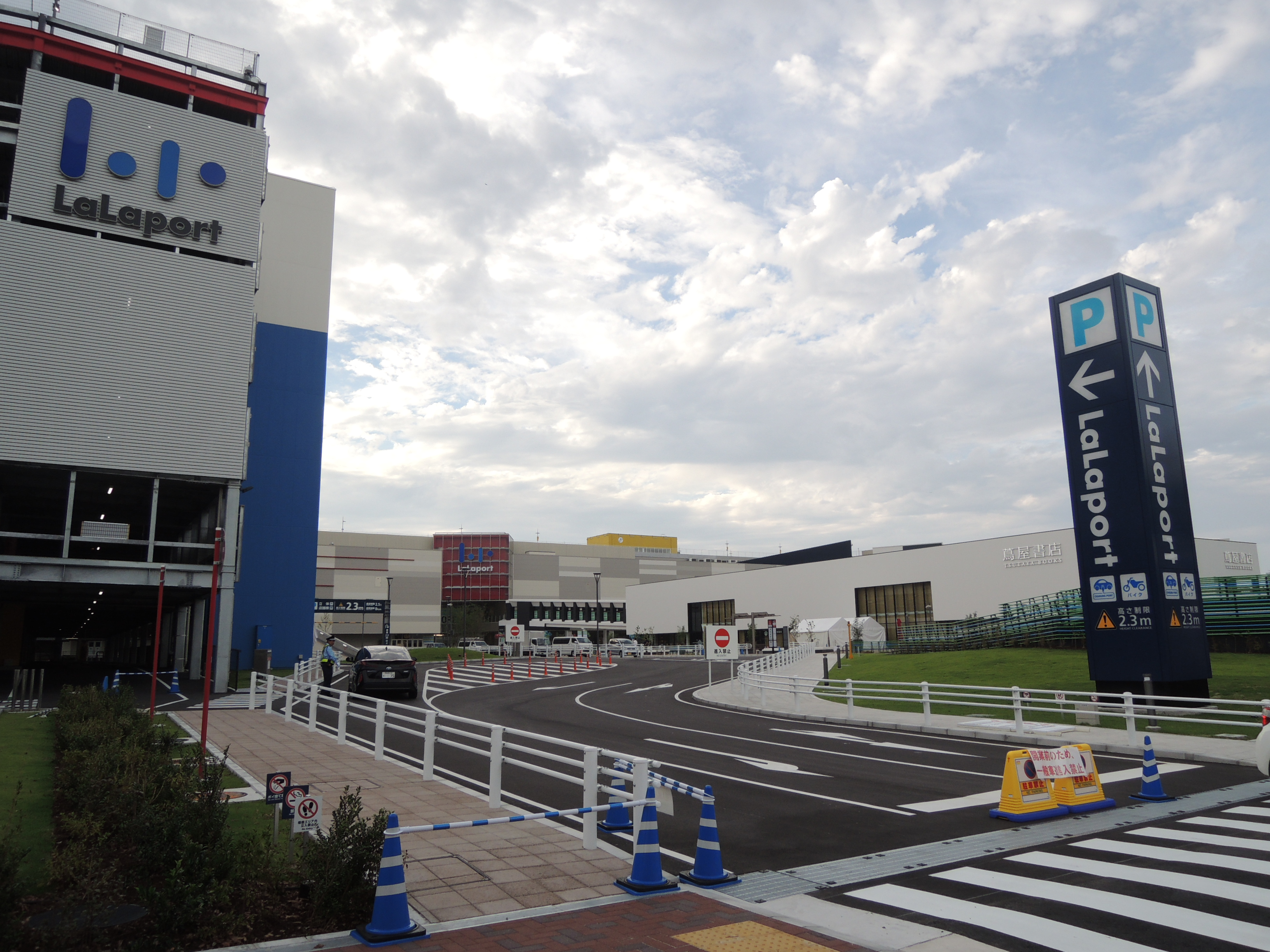
ららぽーと名古屋みなとアクルス
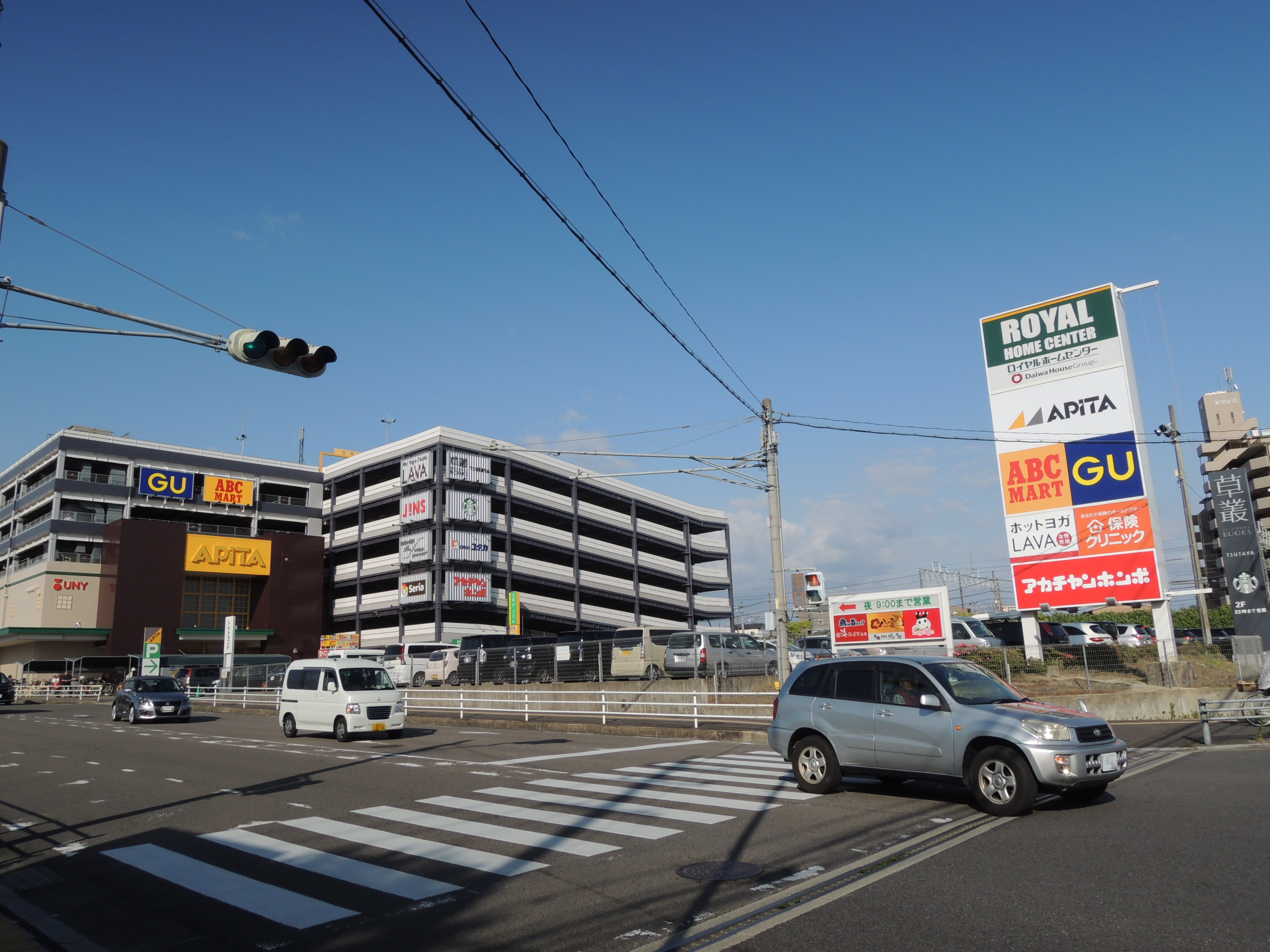
アピタ新守山店
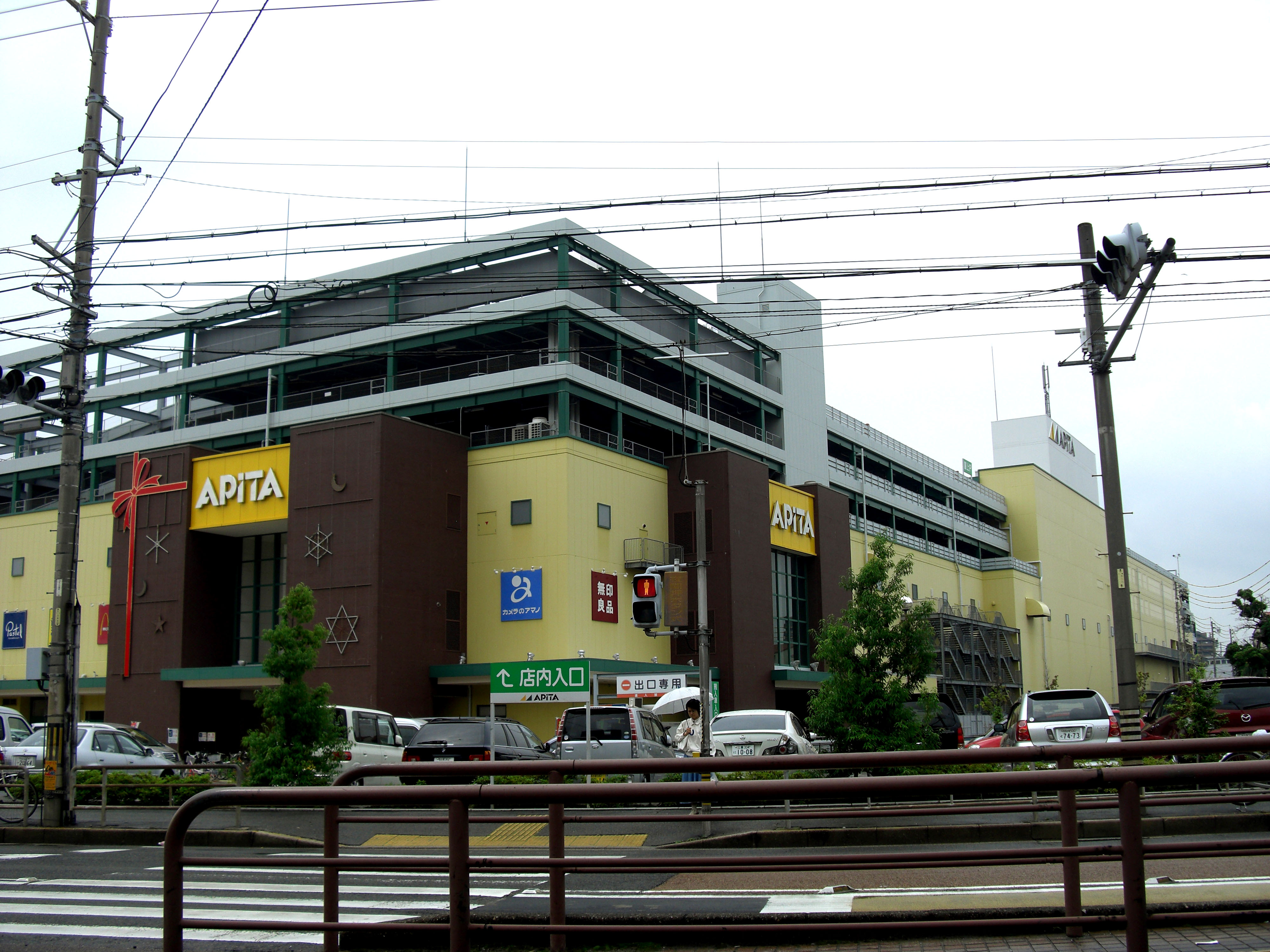
アピタ千代田橋店
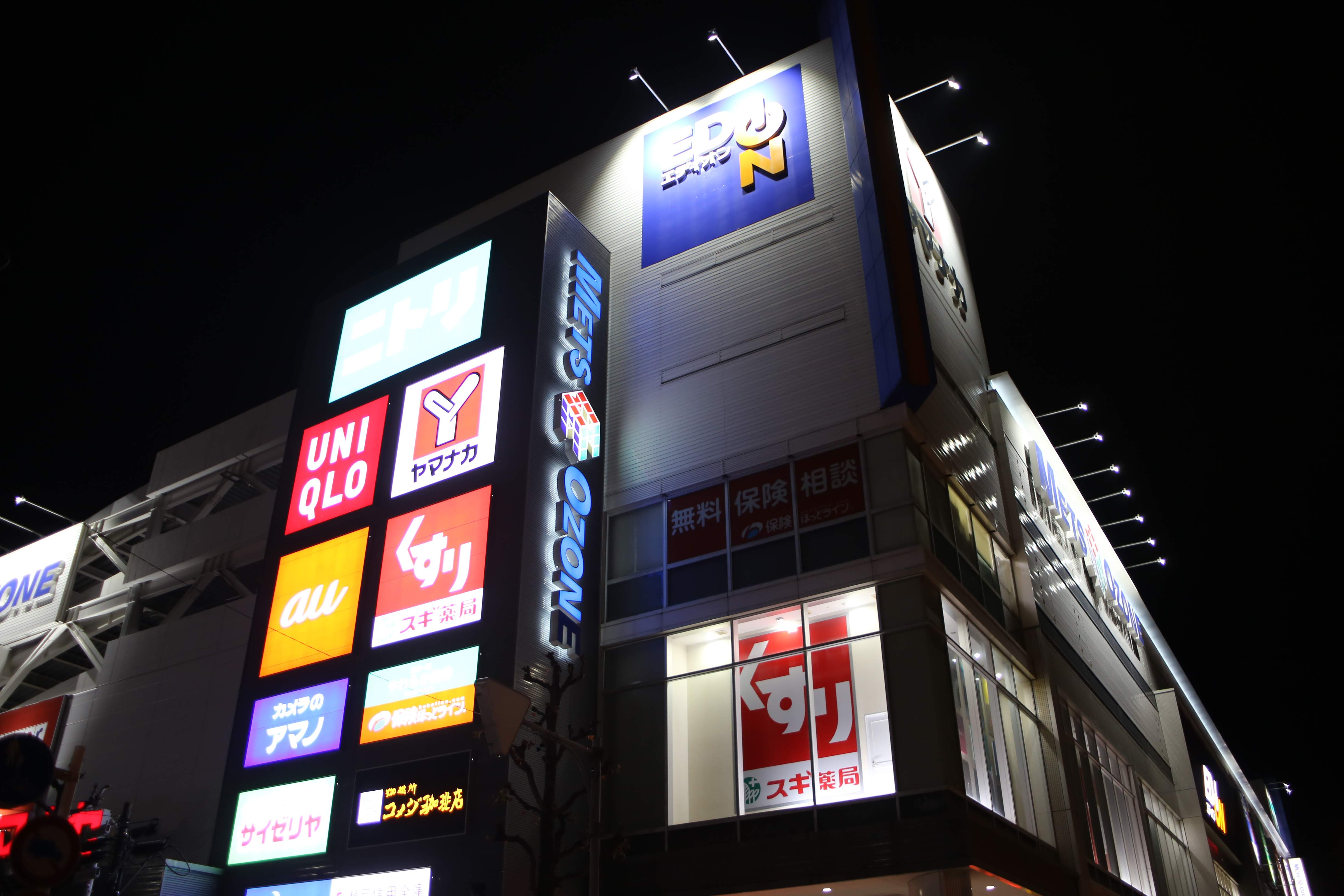
メッツ大曽根

### 本社を置く企業
上場企業
- アイケイ
- アイサンテクノロジー
- あいちフィナンシャルグループ
- 愛知時計電機
- アイホン
- ASNOVA
- AVANTIA
- アルペン
- 伊勢湾海運
- ヴィレッジヴァンガードコーポレーション
- エイチーム
- AMGホールディングス
- エスケーアイ
- SYSホールディングス
- オータケ
- 岡谷鋼機
- 買取王国
- カゴメ
- カネ美食品
- カノークス
- 川崎設備工業
- 菊水化学工業
- 木曽路
- キムラユニティー
- クリップコーポレーション
- クロスプラス
- クロップス
- ケイティケイ
- ゲオホールディングス
- コメ兵ホールディングス
- サガミホールディングス
- サンゲツ
- 三洋堂ホールディングス
- シイエム・シイ
- ジェイグループホールディングス
- JBイレブン
- システムリサーチ
- ジャパンクラフトホールディングス
- ショクブン
- シンクレイヤ
- 新東工業
- シンポ
- 進和
- スズケン
- 住友理工
- ダイコク電機
- ダイセキ
- ダイセキ環境ソリューション
- 大同特殊鋼
- 大同メタル工業
- ダイナパック
- 大宝運輸
- 太洋基礎工業
- タキヒョー
- 竹田iPホールディングス
- 中央製作所
- 中央発條
- 中部鋼板
- 中部飼料
- 中部水産
- 中部電力
- 中部日本放送
- デ・ウエスタン・セラピテクス研究所
- ティア
- ディー・ディー・エス
- テクノホライゾン
- 東海エレクトロニクス
- 東海染工
- 東海旅客鉄道
- 東建コーポレーション
- 東邦ガス
- 東陽倉庫
- トーエネック
- トーカン
- トーシンホールディングス
- 徳倉建設
- 豊田通商
- トラスト
- ナ・デックス
- 中日本興業
- 名古屋銀行
- 名古屋鉄道
- ニチハ
- NITTOH
- 日本ガイシ
- 日本空調サービス
- 日本車輌製造
- 日本特殊陶業
- ネクステージ
- ノリタケ
- 萩原電気ホールディングス
- バッファロー
- 初穂商事
- VTホールディングス
- ブラザー工業
- ブラス
- プロトコーポレーション
- ブロンコビリー
- 丸八証券
- 御園座
- ミタチ産業
- 美濃窯業
- 名港海運
- 名工建設
- 明治電機工業
- 名糖産業
- メニコン
- ヤガミ
- 焼肉坂井ホールディングス
- 矢作建設工業
- ヤマナカ
- ヨシタケ
- リゾートトラスト
- リンナイ

その他のおもな企業
- アーク証券
- 愛知機械工業
- あいち銀行
- 愛知トヨタ自動車
- 愛知日野自動車
- アオキスーパー
- 青柳総本家
- あつた蓬莱軒
- 安部製菓
- 安藤証券
- 医学生物学研究所
- イチビキ
- イノアックコーポレーション
- 宇佐美鉱油
- ウッドフレンズ
- エクシング
- NDS
- エフエム愛知
- 大島食品工業
- オークローンマーケティング
- 尾張精機
- カジ・コーポレーション
- 春日井製菓
- 河合塾
- 川本製作所
- 京楽産業ホールディングス
- キングコーポレーション
- グリーンシティケーブルテレビ
- コーミ
- 興和
- コメダ
- サングリーン
- 三和化学研究所
- ZIP-FM
- シーキューブ
- シーテック
- 敷島製パン
- シヤチハタ
- ジャパンベストレスキューシステム
- 新東通信
- スーパージャンボ
- スギムラ化学工業
- 大成
- 大日本木材防腐
- 宝交通
- 武田テバファーマ
- 玉野総合コンサルタント
- 中京テレビ放送
- 中電シーティーアイ
- 中日新聞社
- 中日ドラゴンズ
- 中部経済新聞社
- つばめグループ
- テスク
- デビカ
- テレビ愛知
- 東海テレビ放送
- 東海ラジオ放送
- 東海東京証券
- 東海マツダ販売
- 東名
- 豊島
- トヨタシステムズ
- トヨタファイナンシャルサービス
- トヨタホーム
- トヨトミ
- トランコム
- 中日本高速道路
- 中日本氷糖
- 名古屋グランパスエイト
- 名古屋ダイヤモンドドルフィンズ
- 名古屋テレビ放送
- 名古屋トヨペット
- 名古屋木材
- 日東エフシー
- 日本コンクリート
- 日本ゼネラルフード
- 日本メナード化粧品
- パブリック
- パロマ
- 引越社
- ファイティングイーグルス名古屋
- 藤久
- フジパングループ本社
- フルタ電機
- ベントマン
- ホーユー
- マコロン製菓
- 松山製菓
- 丸栄
- 丸川製菓
- 宮商事
- 御幸毛織
- 名鉄NX運輸
- めいらくグループ
- 安井家具
- 山一
- 山下工作所
- ライオン交通
- ワシントンホテル

## 情報・生活

### マスメディア

#### 新聞社･通信社
一般紙
- 中日新聞社名古屋本社（中日新聞・中日スポーツ）
- 中部経済新聞社本社（中部経済新聞・日刊ゲンダイ中部版）
- 朝日新聞名古屋本社（朝日新聞）
- 毎日新聞中部本社（毎日新聞）
- 読売新聞中部支社（読売新聞・スポーツ報知中部版）
- 日本経済新聞名古屋支社（日本経済新聞）
- 産業経済新聞社中部総局（産経新聞）

※全国紙は愛知県・岐阜県・三重県
スポーツ紙・専門紙
- 日刊スポーツ新聞西日本名古屋本社（日刊スポーツ）
- スポーツニッポン新聞社大阪本社名古屋オフィス（スポーツニッポン）
- 東京スポーツ新聞社中部支社（中京スポーツ）
- 日本農業新聞中部支所

通信社
- 共同通信社名古屋支社
- 時事通信社名古屋支社
- 電通中部支社

#### テレビ放送局
地上波テレビ局
- 日本放送協会 (NHK) 名古屋放送局（総合・教育）
- 東海テレビ放送（THK、東海テレビ）（FNN・フジテレビ系列）
- 中京テレビ放送（CTV、CHUKYO TV）（NNN・日本テレビ系列）
- CBCテレビ (CBC)（JNN・TBS系列）
- 名古屋テレビ放送（NBN、メ〜テレ）（ANN・テレビ朝日系列）
- テレビ愛知 (TVA)（TXN・テレビ東京系列）

※放送対象地域は、NHK名古屋総合・テレビ愛知は県域放送、他は当県、岐阜県、三重県の「東海3県」を放送エリアとする中京広域圏としている。

テレビ局舎外観
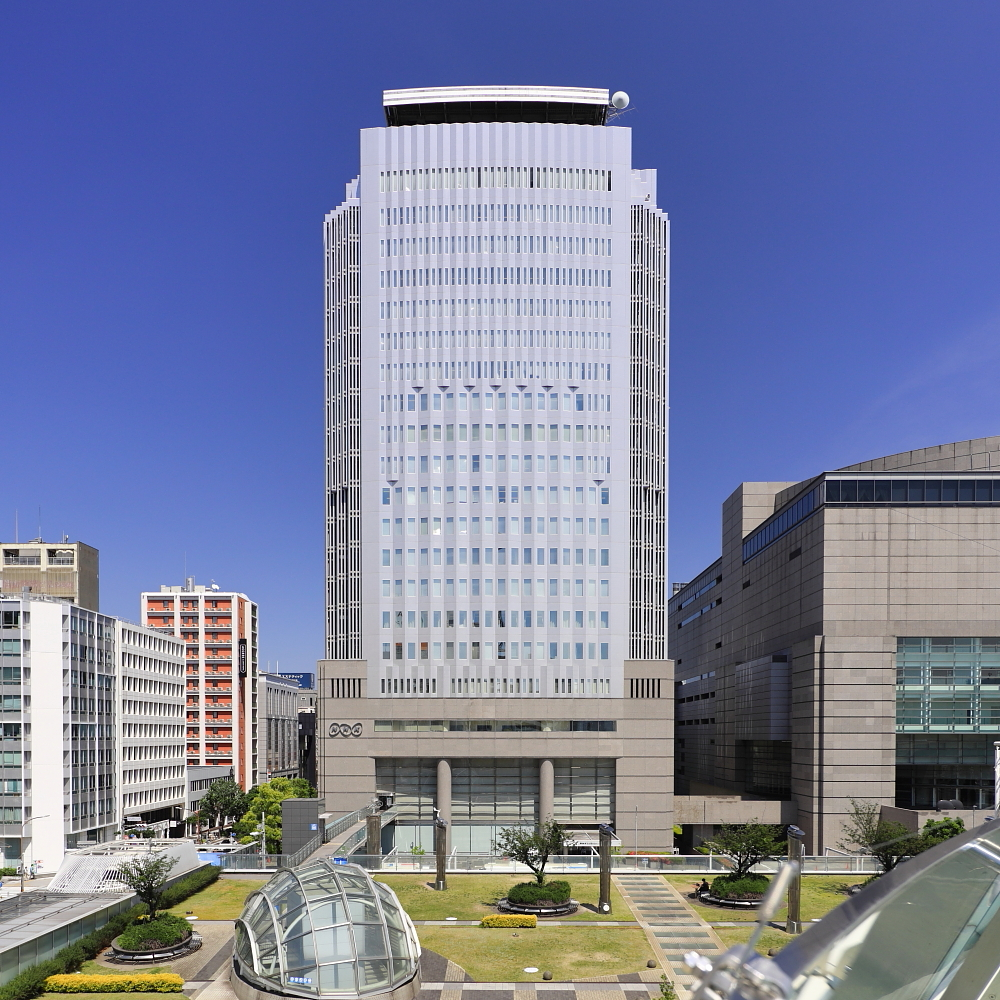
NHK 名古屋放送局（CK） （名古屋市東区）
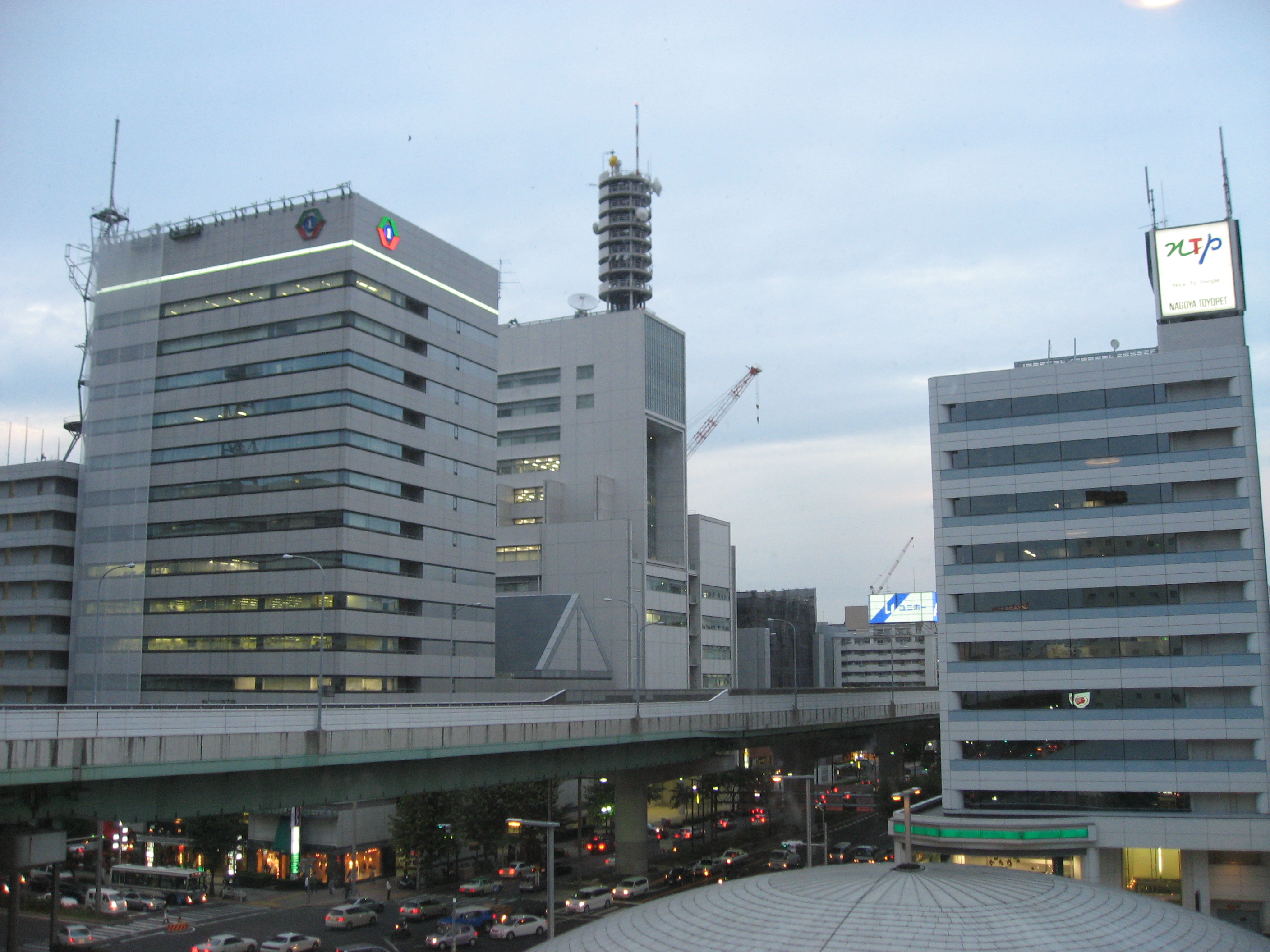
東海テレビ放送（THK） （名古屋市東区）
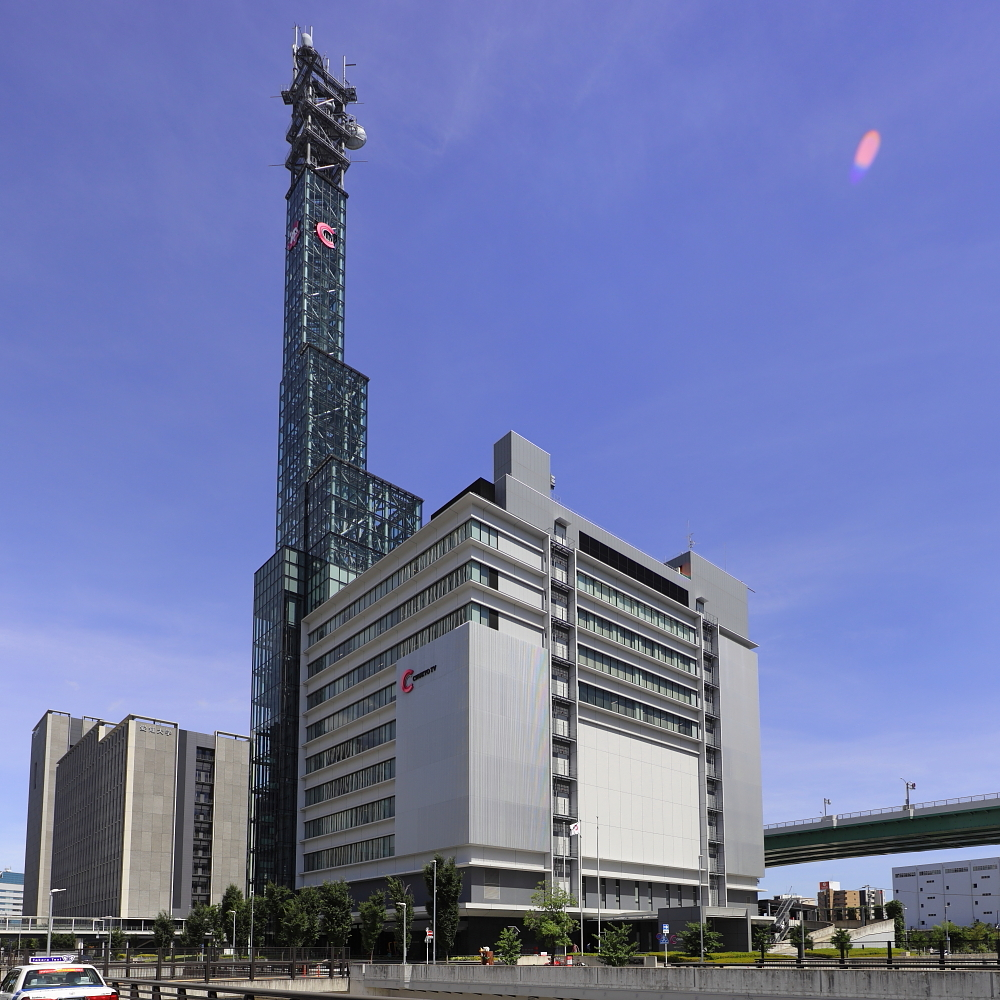
中京テレビ放送（CTV） （名古屋市中村区）
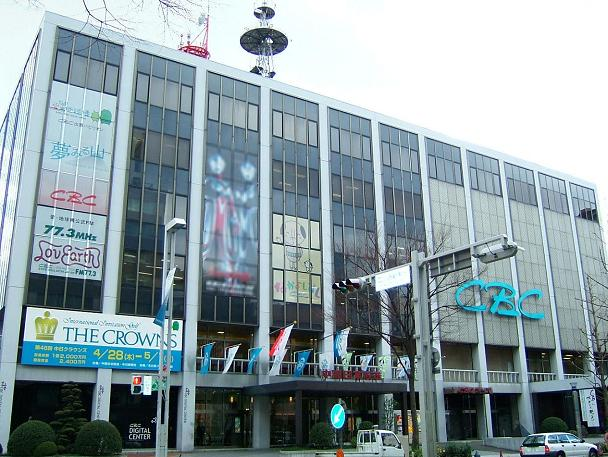
CBCテレビ（CBC） （名古屋市中区）
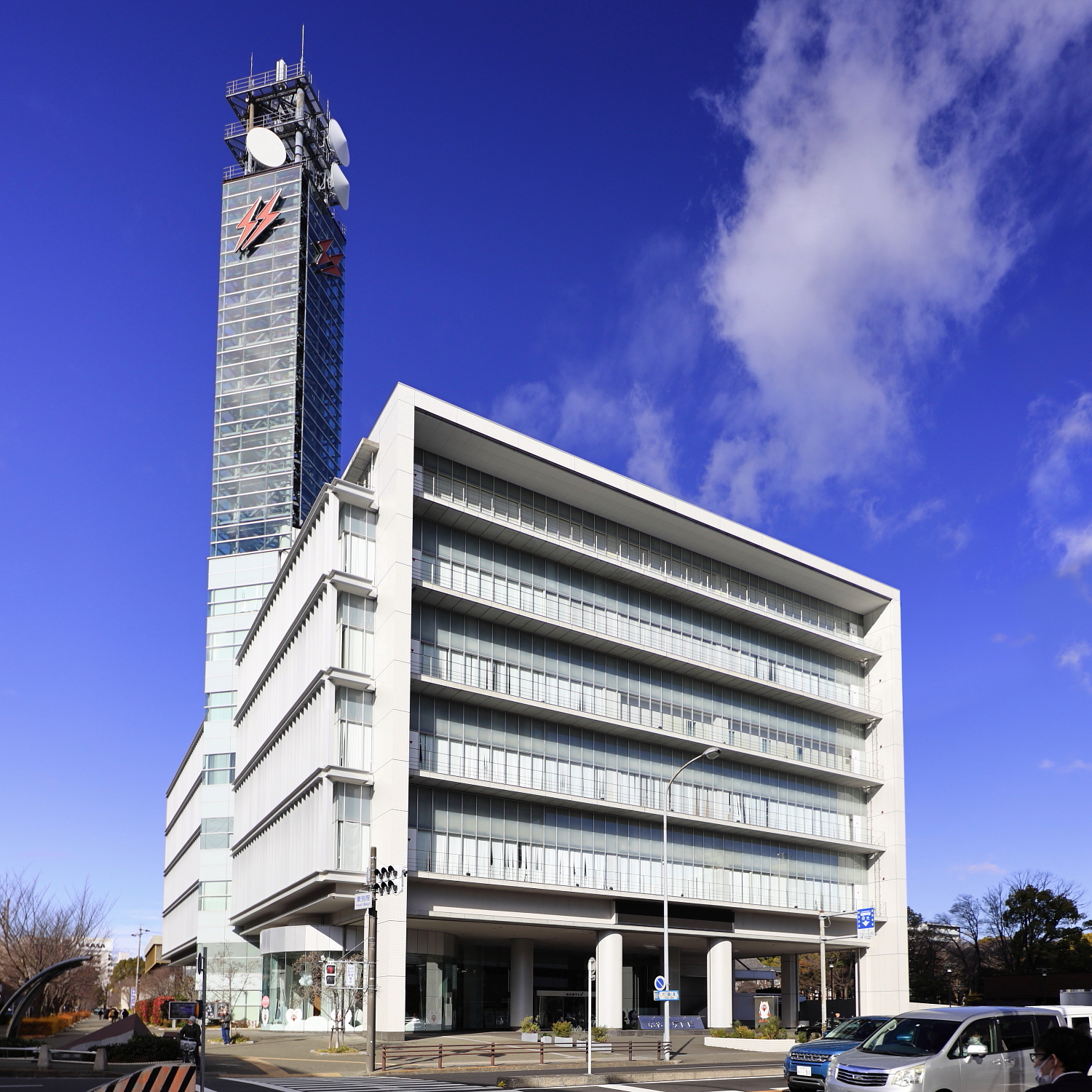
名古屋テレビ放送（NBN） （名古屋市中区）
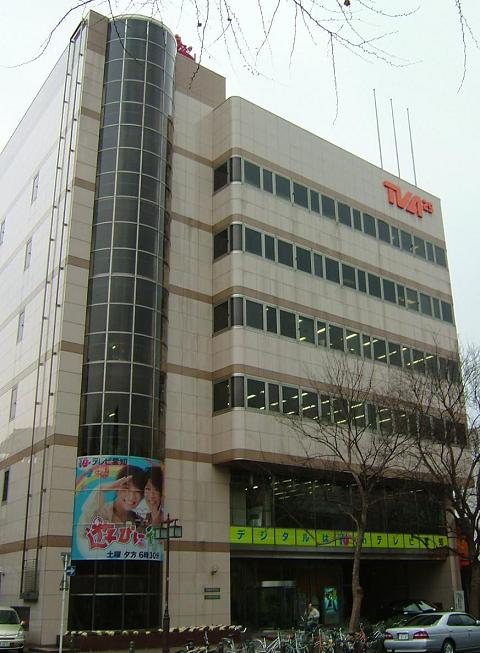
テレビ愛知（TVA） （名古屋市中区）

#### ラジオ放送局
- 日本放送協会（NHK）名古屋放送局（ラジオ第1・ラジオ第2・FM）
- CBCラジオ（CBC）（JRN系列）
- 東海ラジオ放送（SF、TOKAI RADIO、東海ラジオ）（NRN系列）
- エフエム愛知（FM AICHI）（JFN系列）
- ZIP-FM（JFL系列）
- MID-FM（中区・コミュニティ放送）
- Heart FM（中区・コミュニティ放送）

※放送対象地域は、NHK名古屋第1・第2とCBCラジオ、東海ラジオは当県を含む中京広域圏、NHK名古屋FMとFM AICHI、ZIP-FMは県域放送としている。

### ライフライン

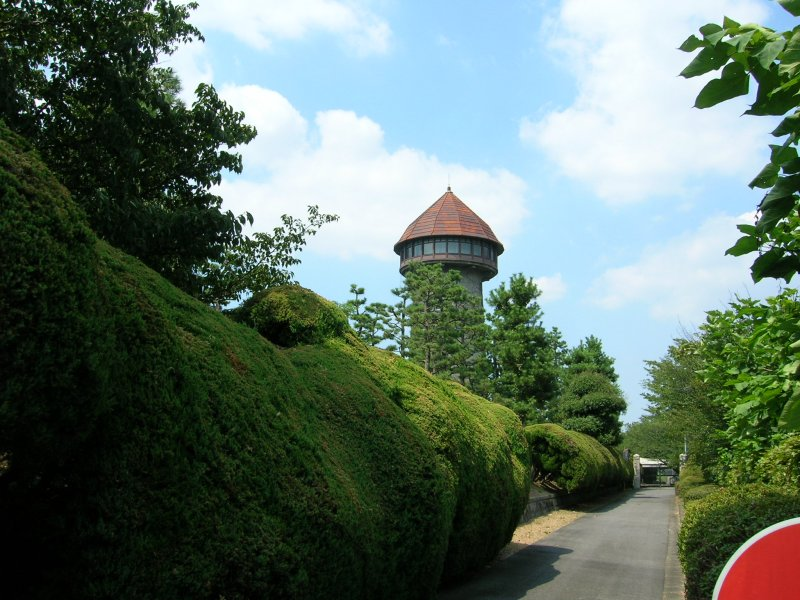
名古屋市上下水道局東山配水場

#### 電力
- 中部電力（本社：東区） - 名古屋財界の有力企業新御三家、かつての五摂家の一社[注釈 12]。中部経済連合会会長を度々輩出している[86]。
  - 中部電力パワーグリッド - 中部電力における一般送配電事業。
- JERA - 中部電力と東京電力とが出資する発電会社。

#### ガス
東邦ガス（本社：熱田区）- 日本四大都市ガスの1つである。また、名古屋財界の有力企業「五摂家」の一社に挙げられる。
主要事業所
- 名古屋支社（千種区）
- 星が丘事業所（千種区）
- 北事業所（北区）
- 笠寺事業所（南区）

#### 水道
- 名古屋市上下水道局

営業所
- 中営業所（中区）
- 北営業所（北区）
- 緑営業所（緑区）
- 港営業所（港区）
- 中川営業所（中川区）
- 中村営業所（中村区）
- 瑞穂営業所（瑞穂区）
- 千種営業所（千種区）
- 守山営業所（守山区）
- 天白サービスステーション（天白区）

#### 電信
- 西日本電信電話（NTT西日本）東海事業本部名古屋支店 - NTT西日本-東海（NTTビジネスソリューションズ）

事業所
- 名古屋中央支店（NTT栄ビル）- 中区
- 名古屋東支店（NTT覚王山ビル）- 千種区
- 名古屋南支店（NTT名古屋港ビル）- 港区

市外局番
- 市外局番は市内全域で052（名古屋MA）が使用される。

## 教育・研究機関

### 大学
多くの大学が名古屋市内にキャンパスを置く。郊外への移転が著しい時期もあったが、最近では都心回帰も見られる。
| 名古屋大学豊田講堂 |  | 名古屋工業大学 |
| 名古屋大学豊田講堂 |  | 名古屋工業大学 |

国立大学
- 名古屋大学 東山キャンパス・大幸キャンパス・鶴舞キャンパス
- 名古屋工業大学

| 愛知県立大学守山キャンパス |  | 名古屋市立大学田辺通キャンパス |
| 愛知県立大学守山キャンパス |  | 名古屋市立大学田辺通キャンパス |

公立大学
- 愛知県立大学 守山キャンパス・サテライトキャンパス
- 愛知県立芸術大学 サテライトギャラリー SA・KURA
- 名古屋市立大学 桜山（川澄）キャンパス・田辺通キャンパス・滝子（山の畑）キャンパス・北千種キャンパス

| 南山大学ライネルス館 |  | 中京大学名古屋キャンパス |
| 南山大学ライネルス館 |  | 中京大学名古屋キャンパス |

| 愛知大学名古屋キャンパス |  | 名城大学天白キャンパス |
| 愛知大学名古屋キャンパス |  | 名城大学天白キャンパス |

| 椙山女学園大学 |  | 金城学院大学（学舎遠望 2021年11月） |
| 椙山女学園大学 |  | 金城学院大学（学舎遠望 2021年11月） |

私立大学
- 愛知大学 名古屋キャンパス、車道キャンパス
- 愛知医科大学 メディカルクリニック
- 愛知学院大学 楠元・末盛、名城公園キャンパス
- 愛知工業大学 自由ヶ丘キャンパス、本山キャンパス
- 愛知産業大学 サブグラウンド
- 愛知淑徳大学 星が丘キャンパス
- 愛知東邦大学
- 愛知みずほ大学 名古屋キャンパス
- 朝日大学 名古屋キャンパス
- 金城学院大学
- グロービス経営大学院大学 名古屋校
- 産業能率大学 中部事業部
- 事業構想大学院大学 名古屋キャンパス
- 椙山女学園大学
- 星槎大学 名古屋学習センター
- 星城大学 名古屋丸の内キャンパス
- 大同大学 滝春キャンパス・白水キャンパス
- 中京大学 名古屋キャンパス
- 中部大学 名古屋キャンパス
- 東海学園大学 名古屋キャンパス
- 東京通信大学 名古屋駅前サテライトキャンパス
- 東京福祉大学 名古屋キャンパス
- 同朋大学
- 豊田工業大学
- 名古屋葵大学
- 名古屋音楽大学
- 名古屋外国語大学 名駅サテライトキャンパス
- 名古屋学院大学 名古屋キャンパス(しろとり・ひびの・たいほう)、丸の内サテライト
- 名古屋学芸大学 名城前医療キャンパス
- 名古屋経済大学 名駅サテライトキャンパス
- 名古屋芸術大学 テラッセ納屋橋Gallery Box
- 名古屋産業大学 大曽根サテライトキャンパス
- 名古屋商科大学 名古屋キャンパス
- 名古屋造形大学
- 名古屋柳城女子大学
- 南山大学
- 日本福祉大学 名古屋千代田キャンパス
- 藤田医科大学 名古屋教育病院
- 放送大学 愛知学習センター
- 北海道情報大学 名古屋教育センター
- 名城大学 天白、八事、ナゴヤドーム前キャンパス

### 専門職大学
私立
- 国際ファッション専門職大学名古屋キャンパス
- 名古屋国際工科専門職大学

### 特別支援学校
- 愛知県立千種聾学校
- 愛知県立名古屋特別支援学校
- 愛知県立名古屋盲学校
- 愛知県立名古屋聾学校
- 愛知県立港特別支援学校
- 名古屋市立西特別支援学校
- 名古屋市立南特別支援学校
- 名古屋市立天白特別支援学校
- 名古屋市立守山特別支援学校

### 研究機関
- 財団法人日本総合研究所 名古屋事務所
- 公設試験研究機関名古屋市工業研究所
- 独立行政法人産業技術総合研究所 中部センター
- 愛知県産業技術研究所 食品工業技術センター
- 国立研究開発法人ファインセラミックスセンター（JFCC）
- 国立研究開発法人理化学研究所 バイオ・ミメティクコントロール研究センター（名古屋研究所）
- 三菱総合研究所名古屋事務所（シンクタンク）
- 大学連携研究設備ネットワーク中部地域事務局
- 徳川林政史研究所蓬左文庫附属歴史研究室
- コンポン研究所（シンクタンク）
- 愛知県衛生研究所
- 名古屋市衛生研究所
- 東海ジェンダー研究所
- なごや生物多様性センター

### インターナショナルスクール
国際バカロレア認定校

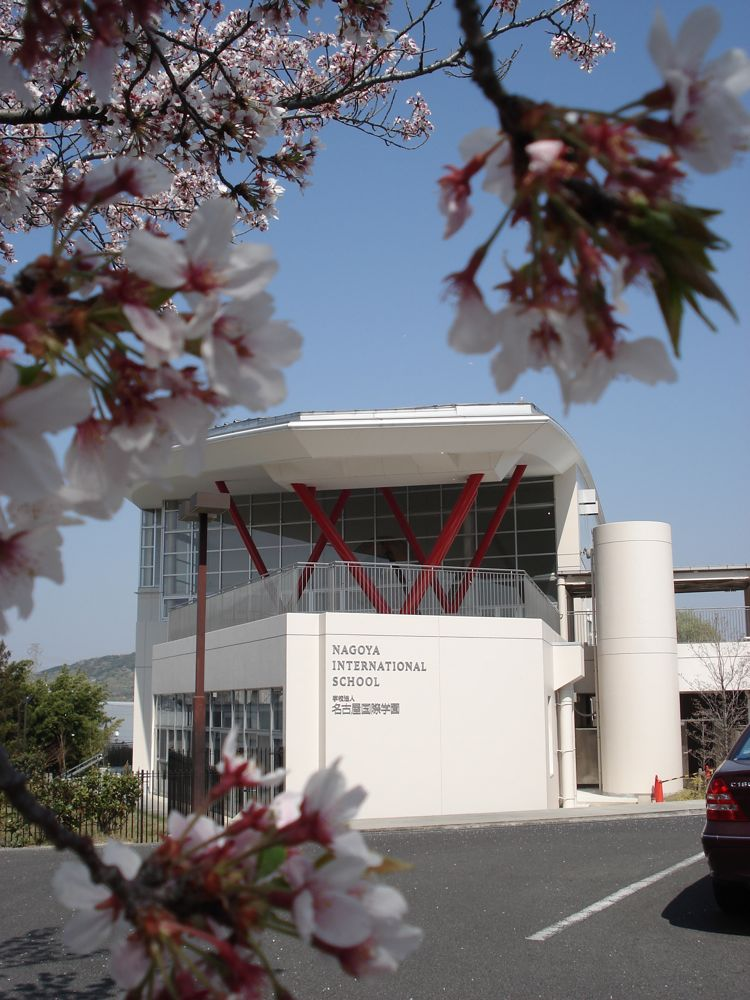
名古屋国際学園

- 名古屋国際学園 名古屋インターナショナルスクール - 国際バカロレア認定校

ブラジル学校
- コレージオ・ブラジル・ジャパン

朝鮮学校
- 学校法人愛知朝鮮学園 名古屋朝鮮初級学校 - 幼稚部も設定されている。

### 指定自動車教習所
- あいち自動車学校（旧：愛知県自動車学校）
- CBC自動車学校
- 庄内橋自動車学校
- 城北自動車学校
- 茶屋坂自動車学校
- 中京自動車学校
- 中部日本自動車学校
- 東海自動車学校
- 名古屋自動車学校 天白校
- 名古屋自動車学校 港校
- 東山自動車学校
- 星が丘自動車学校
- 緑ヶ丘自動車学校
- 名鉄自動車学校
- 名四自動車学校

### 学校教育以外の施設
職業能力開発校
- 愛知県菓子技術専門校
- 愛知県板金技能専門校
- 中部職業能力開発促進センター名古屋港湾労働分所
- 名古屋建築技能大学校

## 交通

### 空路

#### 空港
| 中部国際空港（セントレア） |  | エアポートウォーク名古屋（小牧空港） |
| 中部国際空港（セントレア） |  | エアポートウォーク名古屋（小牧空港） |

現在、名古屋の空の玄関口は、市南郊の知多半島にある常滑市沖に浮かぶ海上空港中部国際空港（セントレア）と、市北郊の北区・小牧市・西春日井郡豊山町・春日井市にまたがる名古屋飛行場（県営名古屋空港、小牧空港）である。
中部国際空港へのアクセスは、名古屋市南部の鉄道ターミナル駅である金山駅や、JR東海本社ビルと地下通路で連絡している名鉄名古屋駅から空港特急および空港急行が発着している。名鉄名古屋駅と名鉄常滑線・空港線直通特急ミュースカイにより最速28分で結ばれている。また各区の中心駅や郊外名東区藤が丘など、市内各所中心地から中部国際空港へ向かう高速バスも運行されている。
名古屋飛行場とは直接の鉄道アクセスはないが、バス路線と都市高速道路が整備されている。

### 鉄道
名古屋市営地下鉄と名古屋市営バスを経営する名古屋市交通局を中心に、鉄道はJR東海、名古屋鉄道（名鉄）、近畿日本鉄道（近鉄）の主要3社が乗り入れている。市の中核を担うターミナル駅としては名古屋駅・栄駅・金山駅がある。
鉄道の代表駅である名古屋駅は、名古屋の旧城下町西部に位置する「笹島」と呼ばれていた湿地を埋め立てた場所に位置している。現在では名古屋市の都心の1つとなっている。東海旅客鉄道（JR東海）名古屋駅の他に名鉄名古屋駅、近鉄名古屋駅、地下鉄・あおなみ線の名古屋駅があるが、それらをまとめて「名古屋駅」、あるいは略されて「名駅」（めいえき）と呼ぶことがある。名駅という呼称は、名古屋駅周辺の行政地名（中村区・西区名駅一丁目から五丁目、中村区名駅南一丁目から五丁目）にもなっている。

#### 鉄道路線
| 鉄道事業者名                        | 路線名                                              | 駅一覧 | 所在地                                                             | 路線図 |
| ----------------------------------- | --------------------------------------------------- | --- | ------------------------------------------------------------------ | ------ |
| 東海旅客鉄道 （JR東海）             | 東海道新幹線                                        | - 名古屋駅 - | 中村区                                                             |        |
| 東海旅客鉄道 （JR東海）             | CA東海道本線                                        | - 名古屋駅 - 尾頭橋駅 - 金山駅 - 熱田駅 - 笠寺駅 - 大高駅 - 南大高駅 - | 中村区、中川区、中区、 熱田区、南区、緑区                          |        |
| 東海旅客鉄道 （JR東海）             | CF中央本線                                          | 名古屋駅 - 金山駅 - 鶴舞駅 - 千種駅 - 大曽根駅 - 新守山駅 - | 中村区、中川区、熱田区、 中区、昭和区、千種区、 東区、北区、守山区 |        |
| 東海旅客鉄道 （JR東海）             | CJ関西本線                                          | 名古屋駅 - （笹島信号場） - 八田駅 - 春田駅 - | 中村区、中川区                                                     |        |
| 名古屋鉄道 （名鉄）                 | NH名古屋本線                                        | - 東枇杷島駅 - 栄生駅 - 名鉄名古屋駅 - 山王駅 - 金山駅 - 神宮前駅 - 堀田駅 - 呼続駅- 桜駅 - 本笠寺駅 - 本星崎駅 - 鳴海駅 - 左京山駅 - 有松駅 - 中京競馬場前駅 - | 西区、中村区、中川区、 中区、熱田区、瑞穂区、 南区、緑区           |        |
| 名古屋鉄道 （名鉄）                 | IY犬山線                                            | - 中小田井駅 - 上小田井駅 - | 西区                                                               |        |
| 名古屋鉄道 （名鉄）                 | TA常滑線                                            | - 神宮前駅 - 豊田本町駅 - 道徳駅 - 大江駅 - 大同町駅 - 柴田駅 - | 熱田区、南区                                                       |        |
| 名古屋鉄道 （名鉄）                 | CH築港線                                            | - 大江駅 - （名電築港駅） - 東名古屋港駅 | 南区、港区                                                         |        |
| 名古屋鉄道 （名鉄）                 | ST瀬戸線                                            | 栄町駅 - 東大手駅 - 清水駅 - 尼ヶ坂駅 - 森下駅 - 大曽根駅 - 矢田駅 - 守山自衛隊前駅- 瓢箪山駅 - 小幡駅 - 喜多山駅 - 大森・金城学院前駅 - | 東区、中区、北区、 守山区                                          |        |
| 名古屋鉄道 （名鉄）                 | KM小牧線                                            | 上飯田駅 - 味鋺駅 - | 北区                                                               |        |
| 近畿日本鉄道 （近鉄）               | E名古屋線                                           | 近鉄名古屋駅 - 米野駅 - 黄金駅 - 烏森駅 - 近鉄八田駅 - 伏屋駅 - 戸田駅 - | 中村区、中川区                                                     |        |
| 名古屋市交通局 （名古屋市営地下鉄） | 東山線                                              | 高畑駅 - 八田駅 - 岩塚駅 - 中村公園駅 - 中村日赤駅 - 本陣駅 - 亀島駅 - 名古屋駅- 伏見駅 - 栄駅 - 新栄町駅 - 千種駅 - 今池駅 - 池下駅 - 覚王山駅 - 本山駅- 東山公園駅 - 星ヶ丘駅 - 一社駅 - 上社駅 - 本郷駅 - 藤が丘駅 | 中川区、中村区、中区、 東区、千種区、名東区                        |        |
| 名古屋市交通局 （名古屋市営地下鉄） | 名城線                                              | 金山駅 - 東別院駅 - 上前津駅 - 矢場町駅 - 栄駅 - 久屋大通駅 - 名古屋城駅 - 名城公園駅- 黒川駅 - 志賀本通駅 - 平安通駅 - 大曽根駅 - ナゴヤドーム前矢田駅 - 砂田橋駅 - 茶屋ヶ坂駅- 自由ヶ丘駅 - 本山駅 - 名古屋大学駅 - 八事日赤駅 - 八事駅 - 総合リハビリセンター駅- 瑞穂運動場東駅 - 新瑞橋駅 - 妙音通駅 - 堀田駅 - 熱田神宮伝馬町駅 - 熱田神宮西駅 - 西高蔵駅 - 金山駅 | 中区、東区、北区、千種区、 昭和区、瑞穂区、熱田区                  |        |
| 名古屋市交通局 （名古屋市営地下鉄） | 名港線                                              | 金山駅 - 日比野駅 - 六番町駅 - 東海通駅 - 港区役所駅 - 築地口駅 - 名古屋港駅 | 中区、熱田区、港区                                                 |        |
| 名古屋市交通局 （名古屋市営地下鉄） | 鶴舞線                                              | 上小田井駅 - 庄内緑地公園駅 - 庄内通駅 - 浄心駅 - 浅間町駅 - 丸の内駅 - 伏見駅 - 大須観音駅- 上前津駅 - 鶴舞駅 - 荒畑駅 - 御器所駅 - 川名駅 - いりなか駅 - 八事駅 - 塩釜口駅- 植田駅 - 原駅 - 平針駅 - | 西区、中区、昭和区、天白区                                         |        |
| 名古屋市交通局 （名古屋市営地下鉄） | 桜通線                                              | 太閤通駅 - 名古屋駅 - 国際センター駅 - 丸の内駅 - 久屋大通駅 - 高岳駅 - 車道駅 - 今池駅- 吹上駅 - 御器所駅 - 桜山駅 - 瑞穂区役所駅 - 瑞穂運動場西駅 - 新瑞橋駅 - 桜本町駅 - 鶴里駅- 野並駅 - 鳴子北駅 - 相生山駅 - 神沢駅 - 徳重駅 | 中村区、中区、東区、 千種区、昭和区、瑞穂区、 南区、天白区、緑区   |        |
| 名古屋市交通局 （名古屋市営地下鉄） | 上飯田線                                            | 平安通駅 - 上飯田駅 | 北区                                                               |        |
| JR東海交通事業                      | ■城北線                                             | - 小田井駅 - 比良駅 - | 西区                                                               |        |
| 名古屋臨海高速鉄道                  | ■西名古屋港線 （あおなみ線）                        | 名古屋駅 - ささしまライブ駅 - （笹島信号場） - 小本駅 - 荒子駅 - 南荒子駅- 中島駅 - 港北駅 - 荒子川公園駅 - 稲永駅 - （潮凪信号場） - 野跡駅 - 金城ふ頭駅 | 中村区、中川区、港区                                               |        |
| 愛知高速交通 （リニモ）             | ■東部丘陵線                                         | 藤が丘駅 - | 名東区                                                             |        |
| 名古屋ガイドウェイバス              | ■ガイドウェイバス志段味線 （ゆとりーとライン）      | 大曽根駅 - ナゴヤドーム前矢田駅 - 砂田橋駅 - 守山駅- 金屋駅 - 川宮駅 - 川村駅 - 白沢渓谷駅 - 小幡緑地駅 - | 北区、東区、守山区                                                 |        |
| 日本貨物鉄道 （JR貨物）             | ■東海道本線支線 （「名古屋港線」） 2024年4月1日廃止 | 名古屋港駅 ※JR貨物が保有。 | 港区                                                               |        |
| 日本貨物鉄道 （JR貨物）             | ■西名古屋港線 （あおなみ線）                        | 名古屋貨物ターミナル駅 | 中川区                                                             |        |
| 名古屋臨海鉄道                      | ■東築線                                             | 東港駅 - 名電築港駅 | 南区、港区                                                         |        |
| 名古屋臨海鉄道                      | ■東港線                                             | 笠寺駅 - 東港駅 | 南区                                                               |        |
| 名古屋臨海鉄道                      | ■南港線                                             | 東港駅 - 名古屋南貨物駅 - | 南区                                                               |        |
| 名古屋臨海鉄道                      | ■汐見町線                                           | 東港駅 - 船見町駅 - 汐見町駅 | 南区、港区                                                         |        |
| 名古屋臨海鉄道                      | ■昭和町線                                           | 東港駅 - 昭和町駅 | 南区、港区                                                         |        |

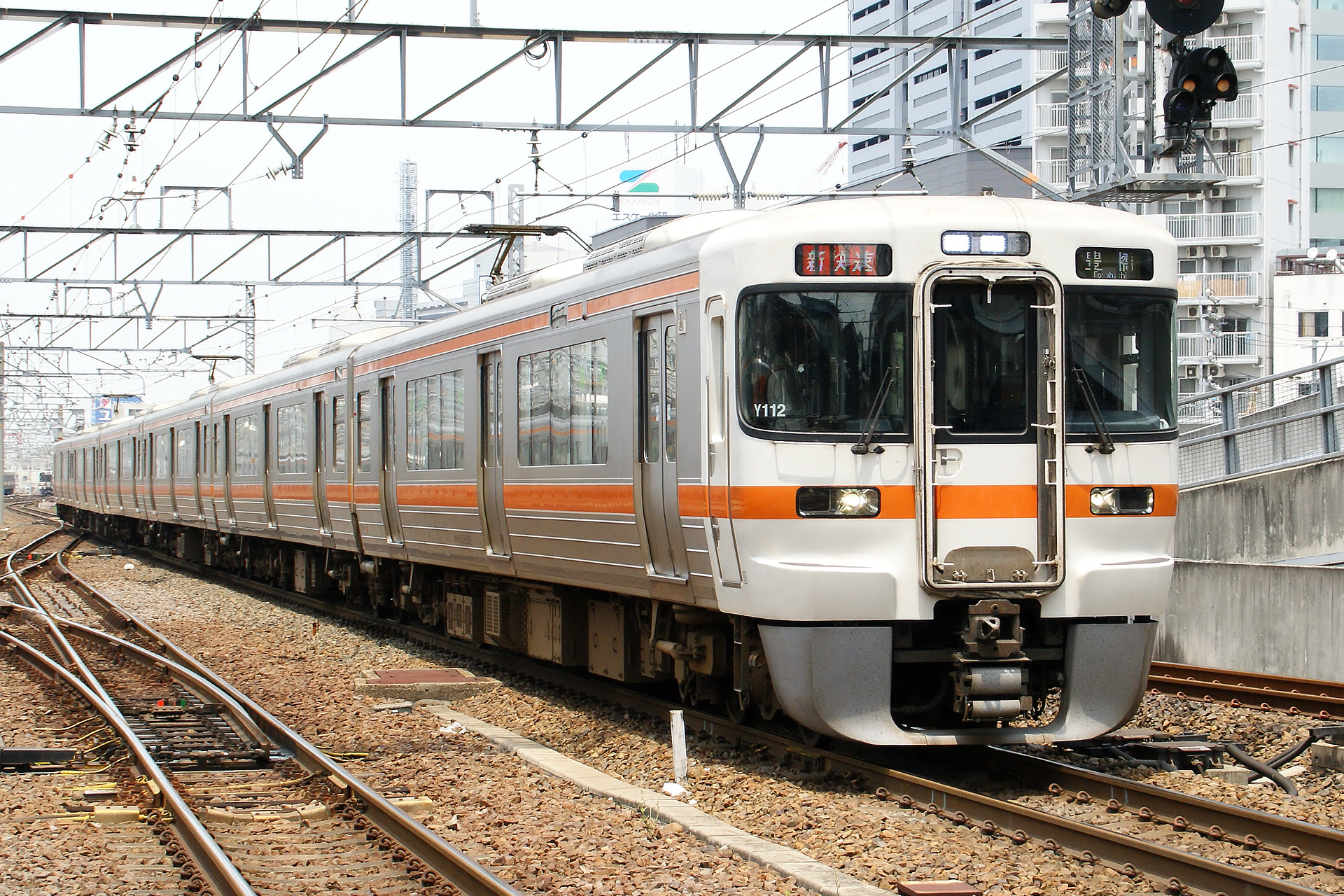
東海旅客鉄道
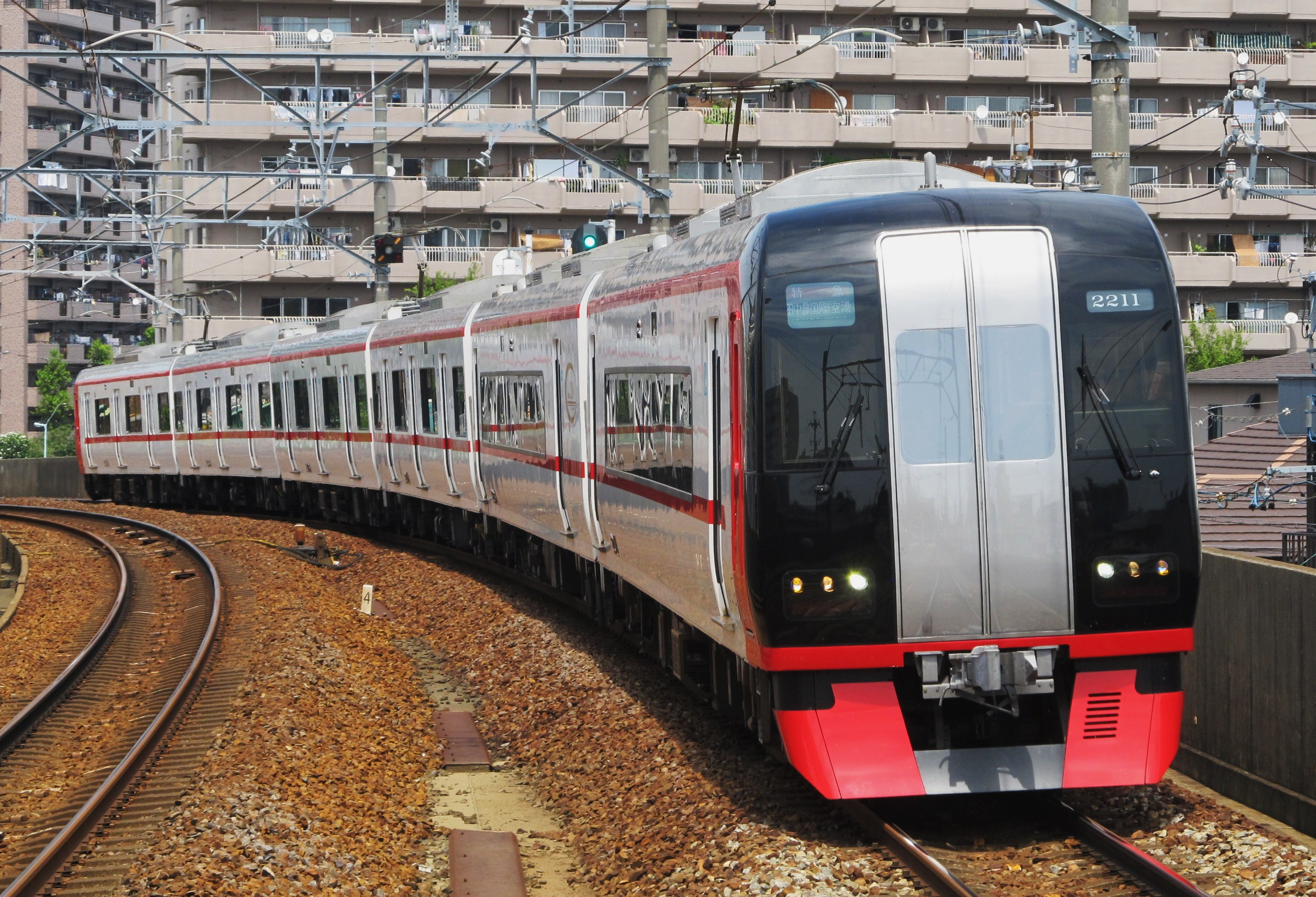
名古屋鉄道
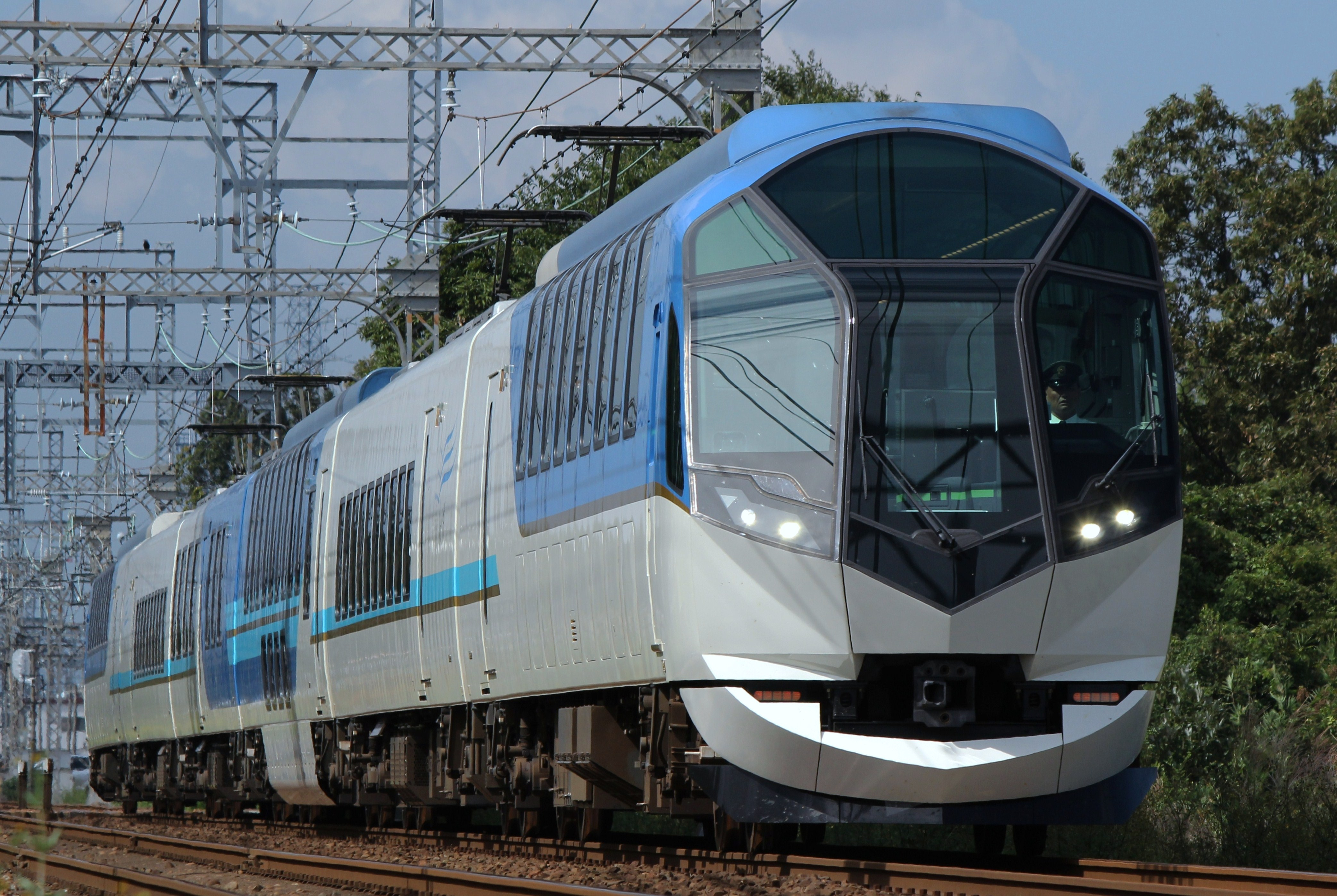
近畿日本鉄道
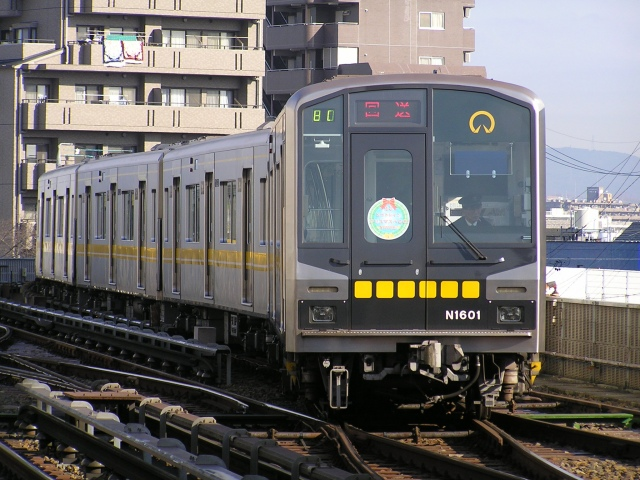
名古屋市交通局
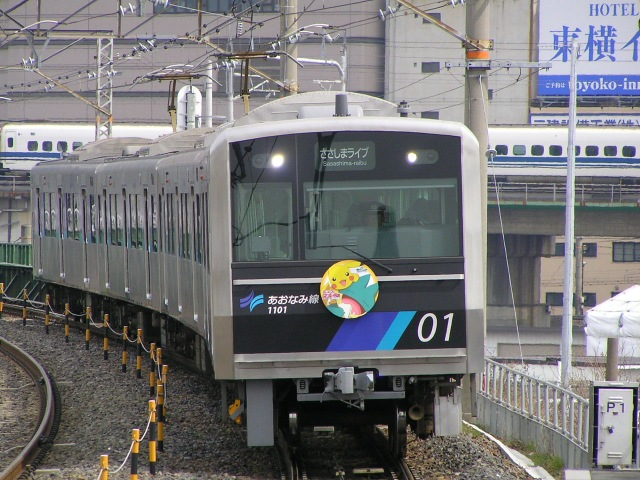
あおなみ線
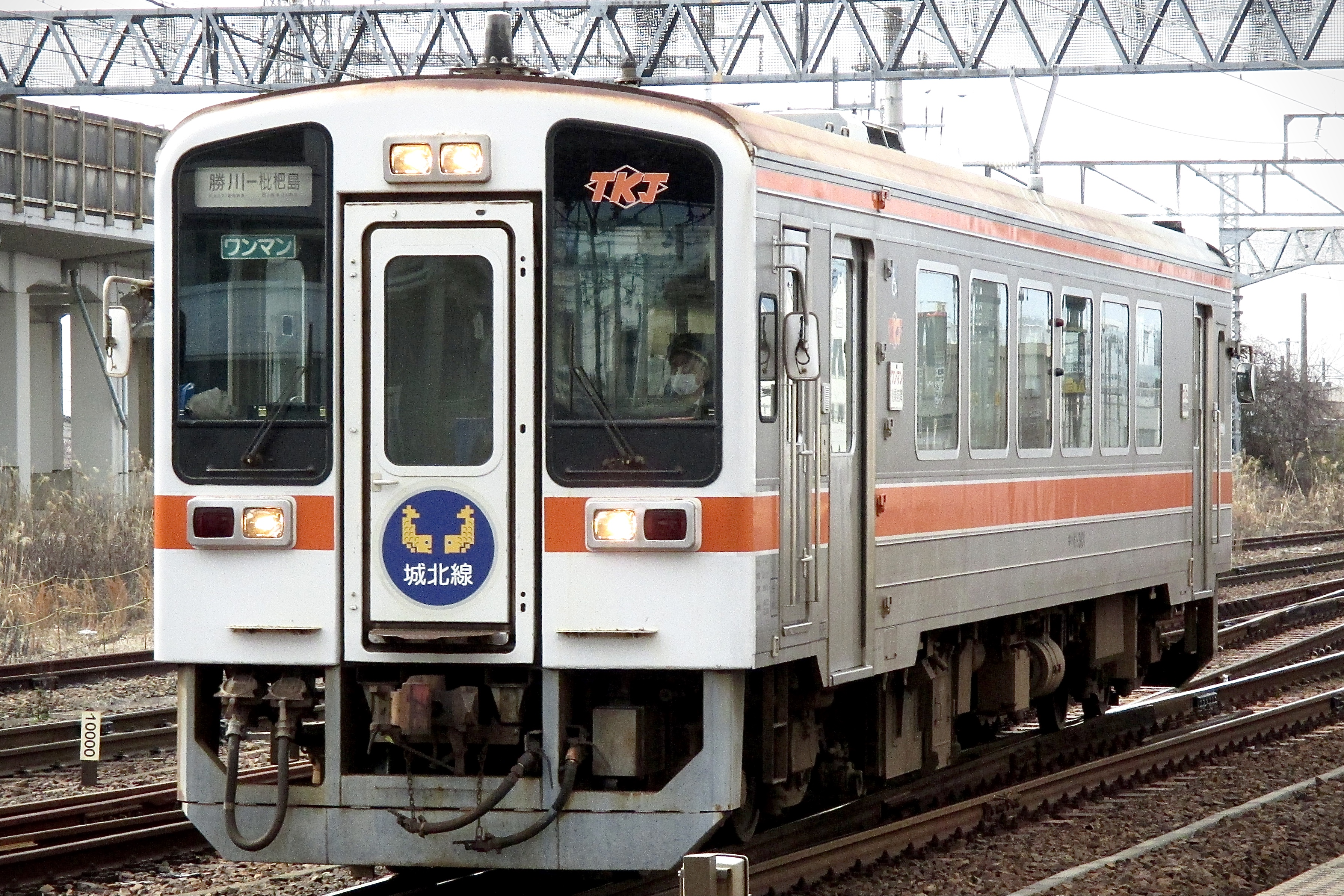
TKJ城北線
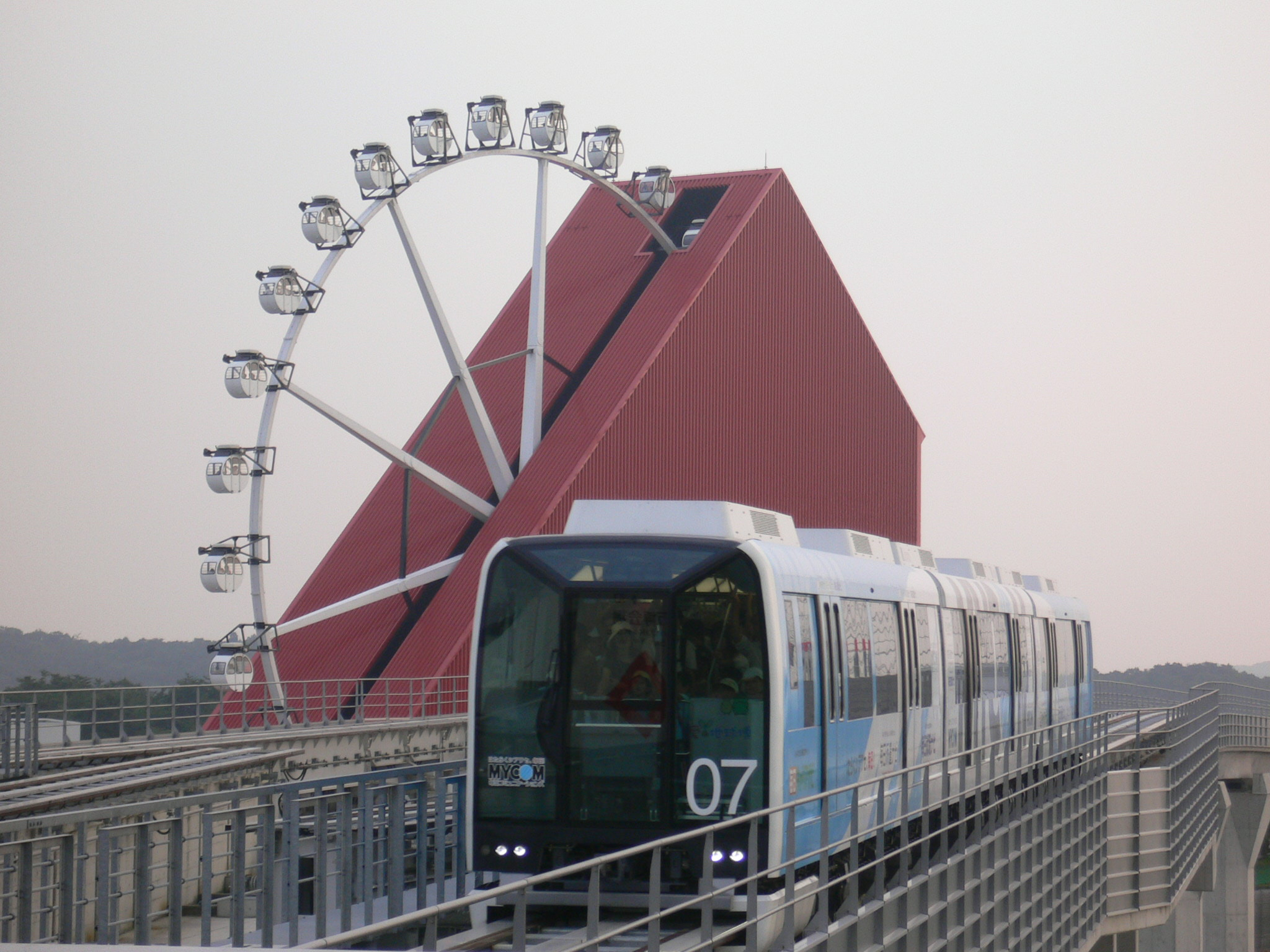
リニモ
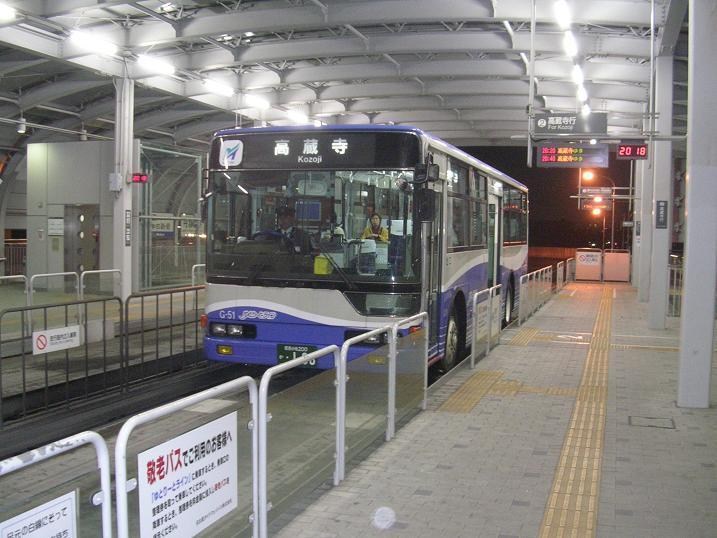
名古屋ガイドウェイバスガイドウェイバス志段味線（ゆとりーとライン）

#### 各区の主要駅
| 名古屋駅 |  | 南部の副都心である金山総合駅構内の名鉄中央改札口 |
| 名古屋駅 |  | 南部の副都心である金山総合駅構内の名鉄中央改札口 |

名古屋市を構成する16区の主要駅は以下の通り。さまざまな利用の起点・目的点として代表される駅である。太字は区役所最寄駅。
- 熱田区：熱田駅・神宮前駅・熱田神宮伝馬町駅・六番町駅
- 北区：黒川駅・上飯田駅
- 昭和区：八事駅・御器所駅
- 千種区：千種駅・今池駅・池下駅・東山公園駅・星ヶ丘駅[注釈 13]
- 天白区：野並駅・原駅・平針駅・塩釜口駅
- 中川区：高畑駅・春田駅・戸田駅
- 中区：栄駅・金山駅・上前津駅・鶴舞駅・名古屋城駅
- 中村区：名古屋駅・名鉄名古屋駅・近鉄名古屋駅・本陣駅・太閤通駅
- 西区：上小田井駅・浄心駅
- 東区：大曽根駅・砂田橋駅・車道駅
- 瑞穂区：新瑞橋駅・堀田駅・桜山駅・瑞穂区役所駅
- 緑区：鳴海駅・有松駅・大高駅・徳重駅・左京山駅
- 港区：東海通駅・港区役所駅・名古屋港駅・金城ふ頭駅
- 南区：笠寺駅・大江駅
- 名東区：藤が丘駅・本郷駅・上社駅
- 守山区：小幡駅・新守山駅

#### 市内の廃止駅
名古屋鉄道
- 一宮線：柳橋駅、押切町駅、平野町駅
- 瀬戸線：堀川駅、本町駅、護国神社前駅、大津町駅、久屋駅、土居下駅、師範下駅、社宮祠駅、坂下駅、稲荷山駅、駅前駅、守山口駅、木ヶ崎駅、笠寺道駅、小幡原駅
- 名古屋本線：枇杷島橋駅、井戸田駅、南井戸田駅、東笠寺駅
- 小牧線：瀬古駅
- 常滑線：秋葉前駅、傳馬町駅、山崎川駅（貨物駅）

JR東海
- 東海道本線：ナゴヤ球場正門前駅（臨時駅）

JR東海・JR貨物
- 西名古屋港駅（貨物駅）

JR貨物

名古屋港駅（貨物駅）
日本国有鉄道
- 堀川口駅（貨物駅）、白鳥駅（貨物駅）、名古屋市場駅（貨物駅）

### バス

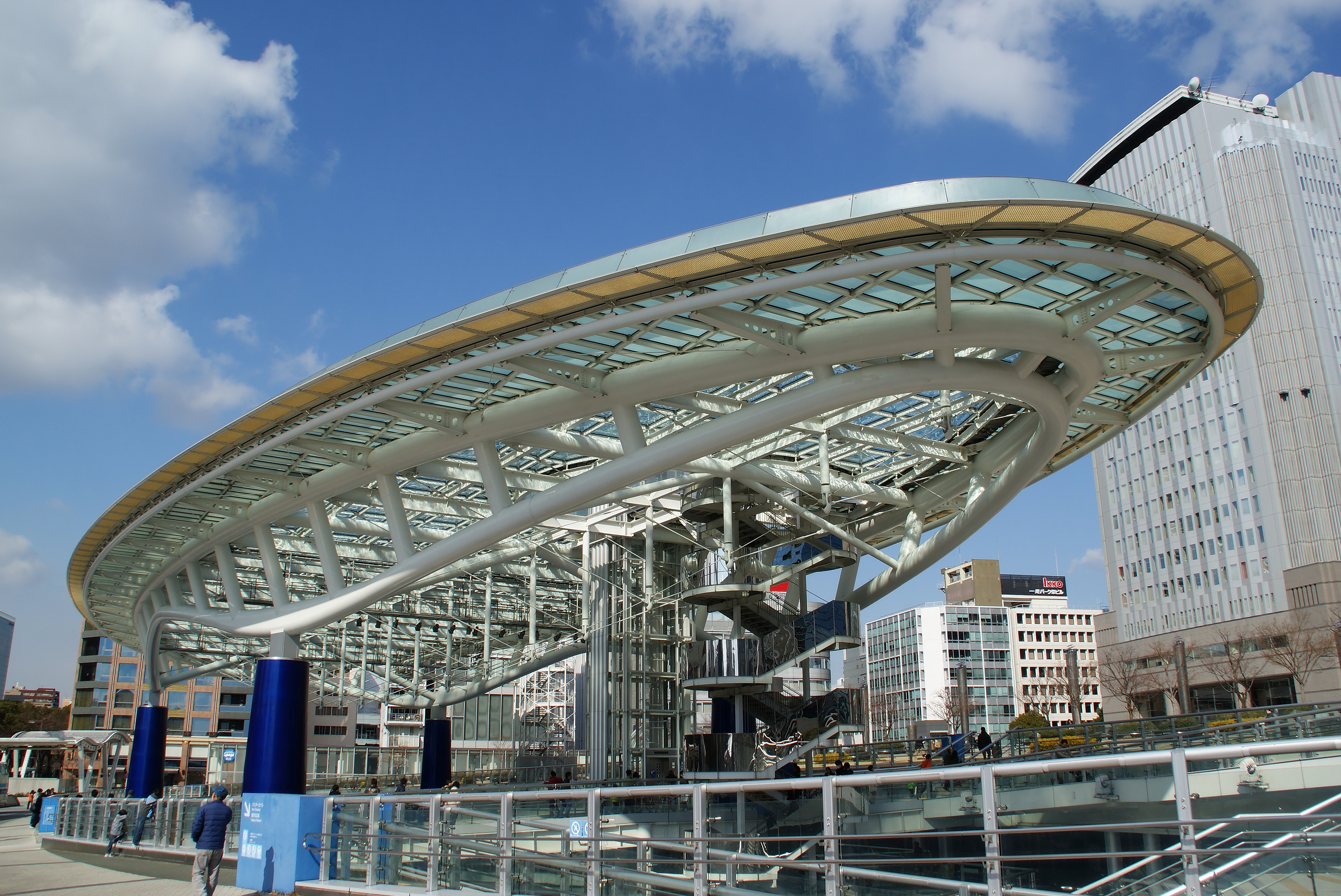
栄駅（オアシス21バスターミナル）

#### 路線バス
バス路線は市バスのほか、名鉄グループの名鉄バス、近鉄グループの三重交通などが周辺区を中心に路線を運営している。バス利用についても市バスが路線密度の高さからもっとも多くの利用者を集めている。名鉄バス、三重交通バスについては、一部地域での運営にとどまっているが、基幹バスや星ヶ丘駅発着路線など、利用率の高いものもある。
名古屋市営バス（市バス）の大部分が均一運賃の前乗り後降り先払いであるのに対し、名鉄バス・三重交通バスは整理券による区間制運賃で後乗り前降り後払い方式である。市バスでも、名鉄と共同運行する基幹2系統や名古屋ガイドウェイバスに直通するゆとりーとラインでは後乗り前降り後払いの方式をとっている。名鉄バスと三重交通バスの市バス競合区間は市バスと同額の均一運賃である。

#### バスターミナル
代表的なバスターミナルとして、栄地区のオアシス21バスターミナル、名駅地区の名鉄バスセンター･名古屋バスターミナルがあり、多くの中長距離路線バスが乗り入れている。
この他にも地下鉄の主要駅を中心にバスターミナルが設置され、周辺区において地下鉄へのフィーダー輸送の役目を果たしている。

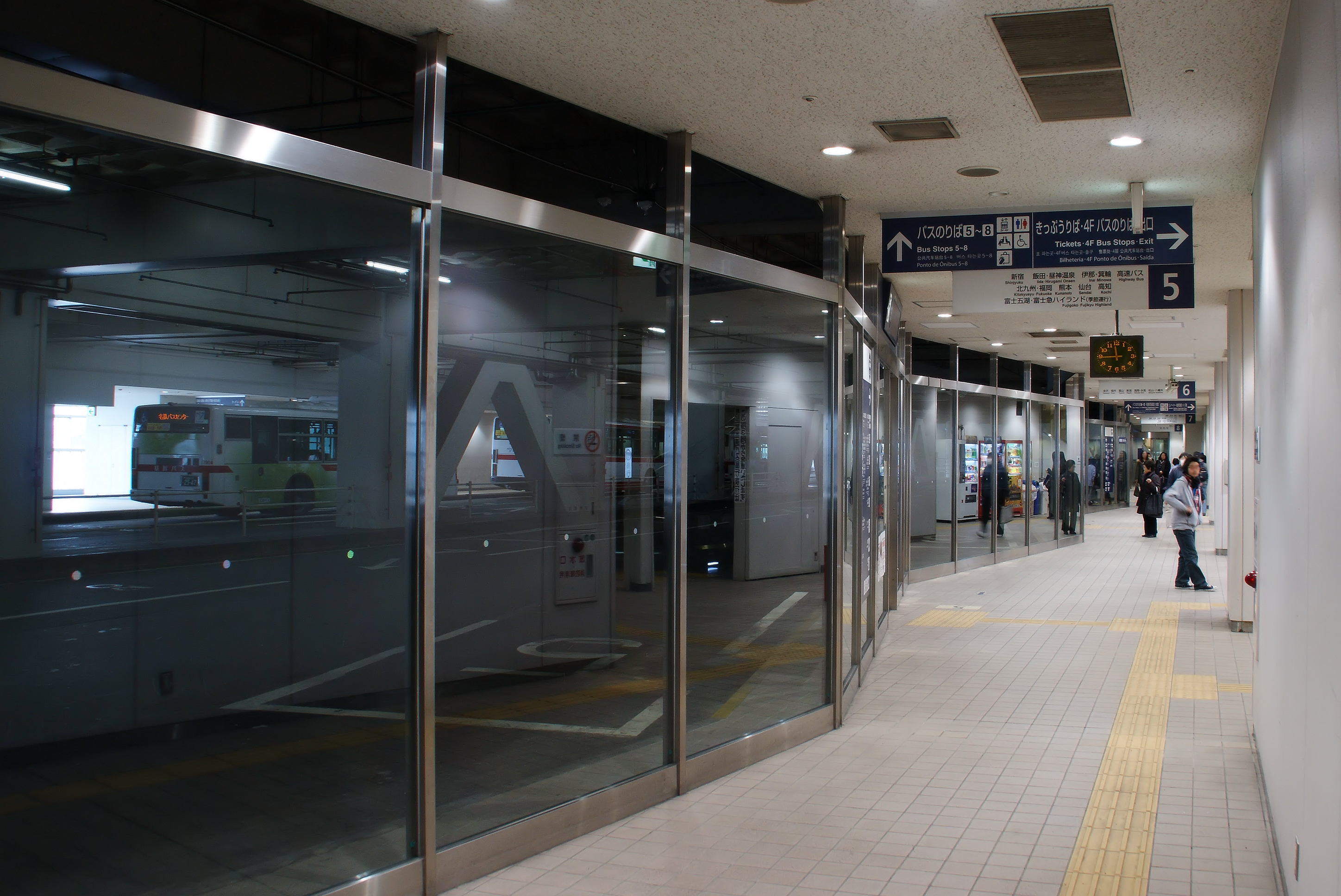
名鉄バスセンター
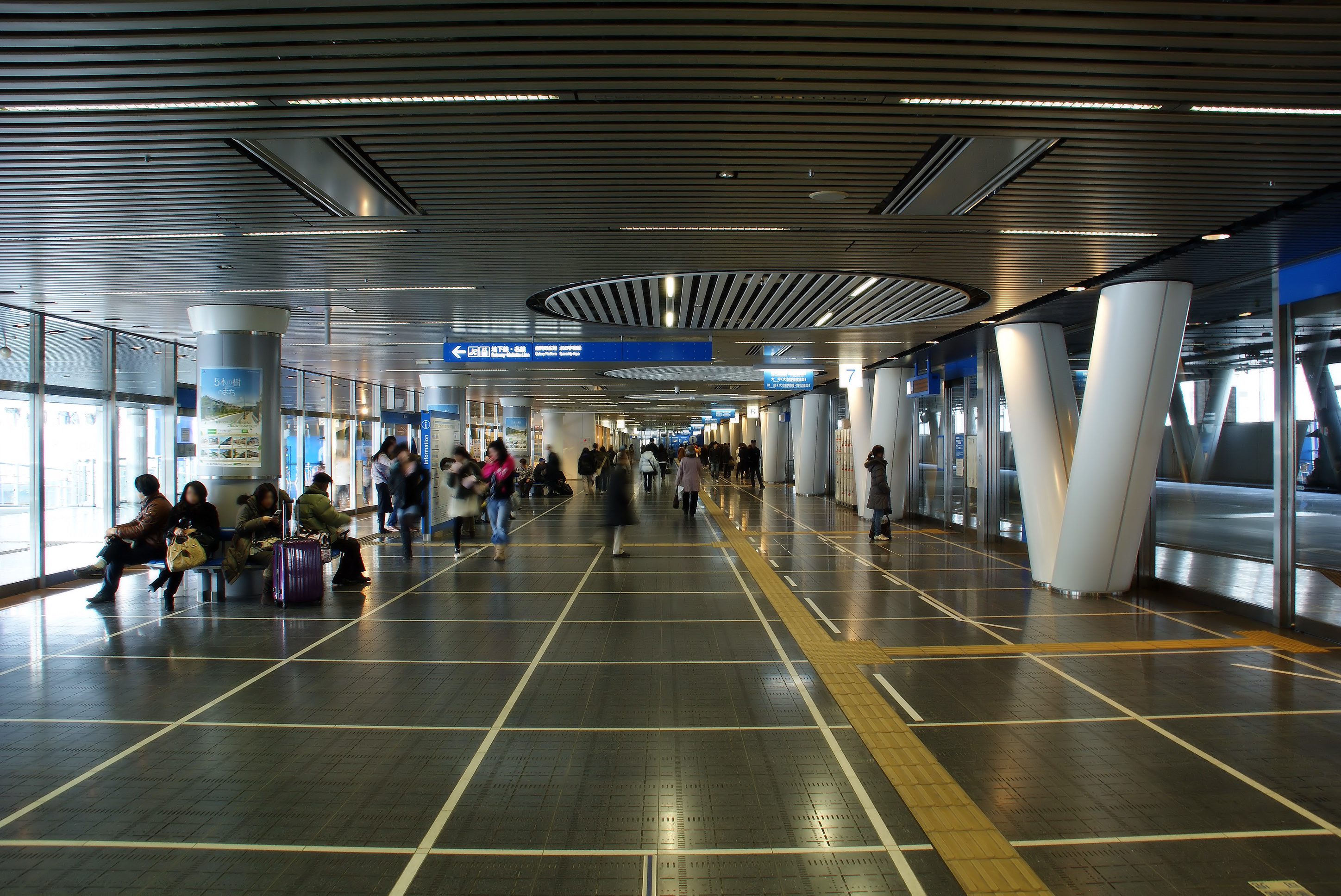
栄バスターミナル
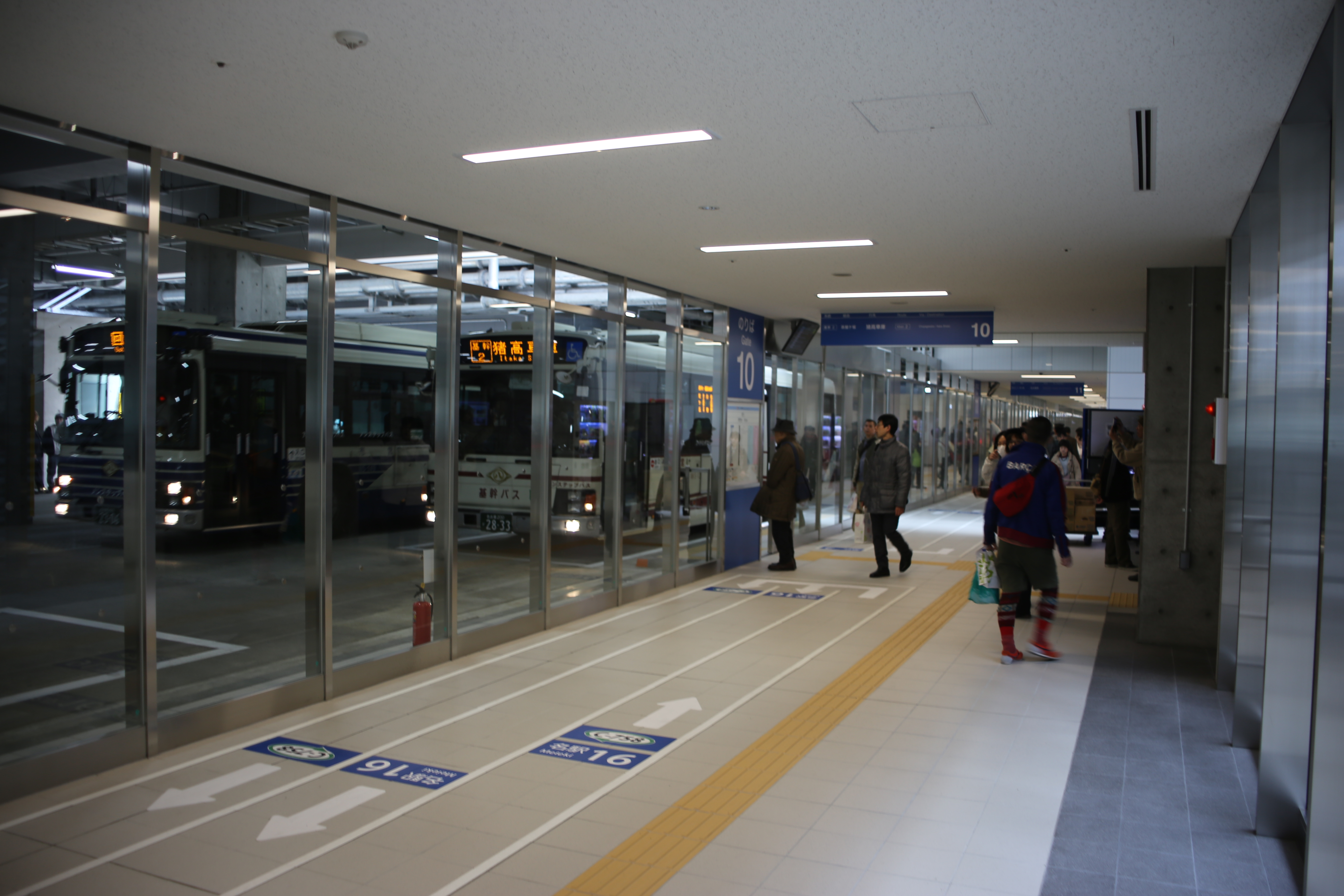
名古屋駅バスターミナル
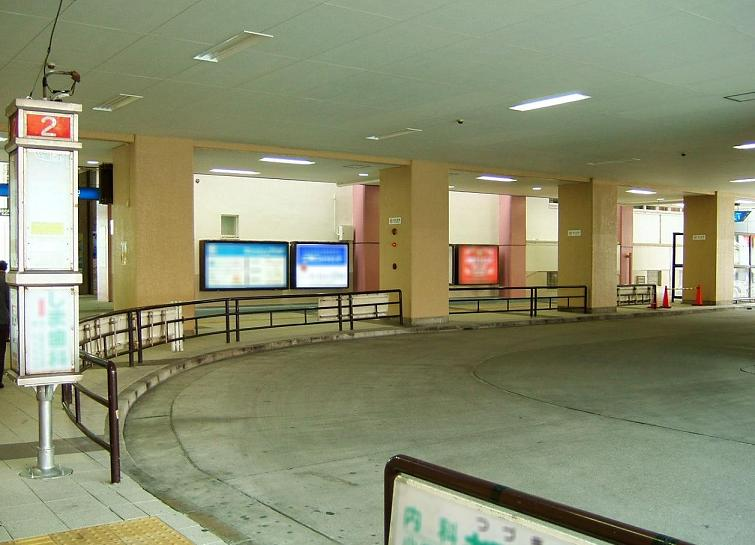
藤が丘バスターミナル
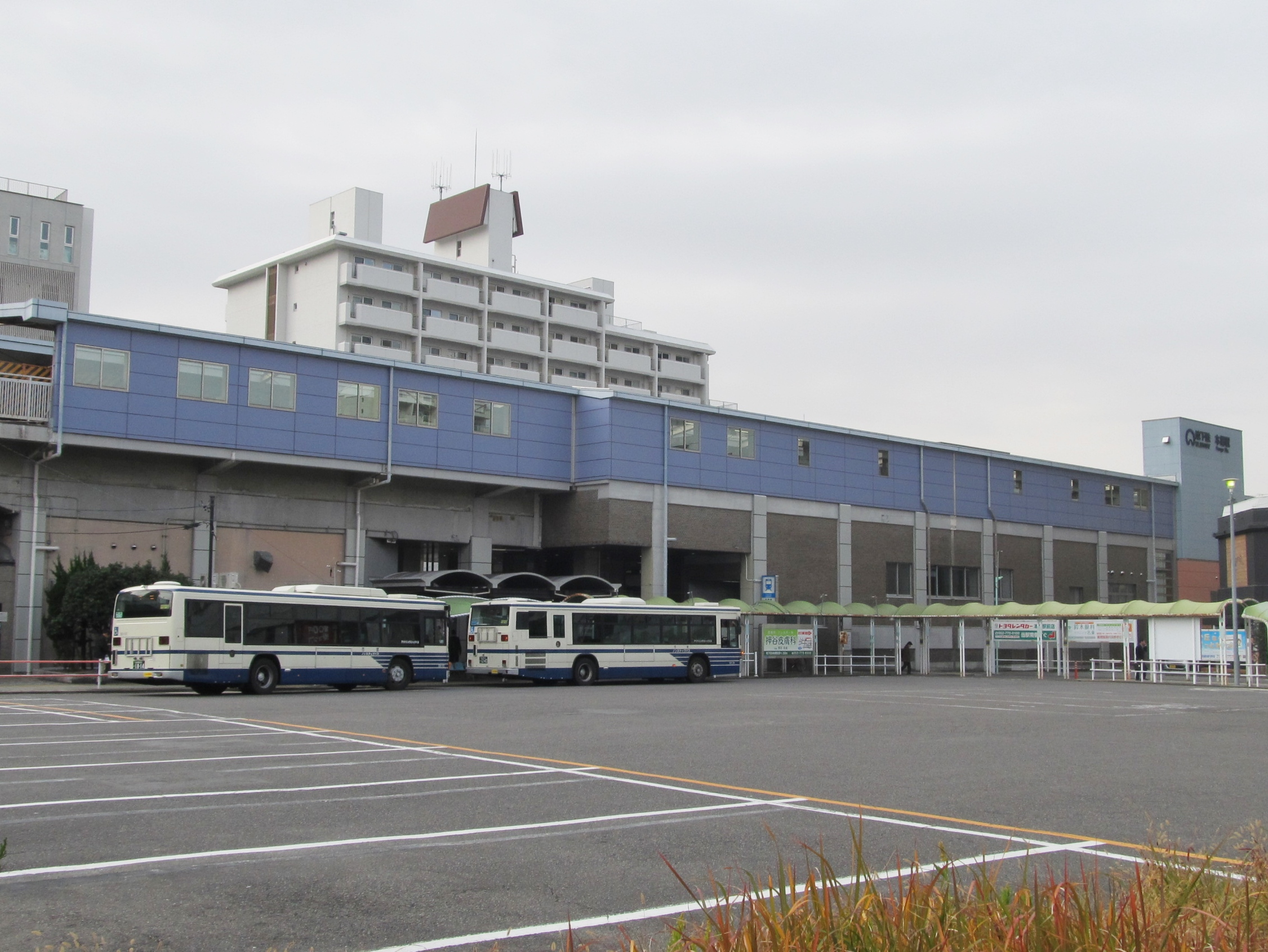
本郷バスターミナル
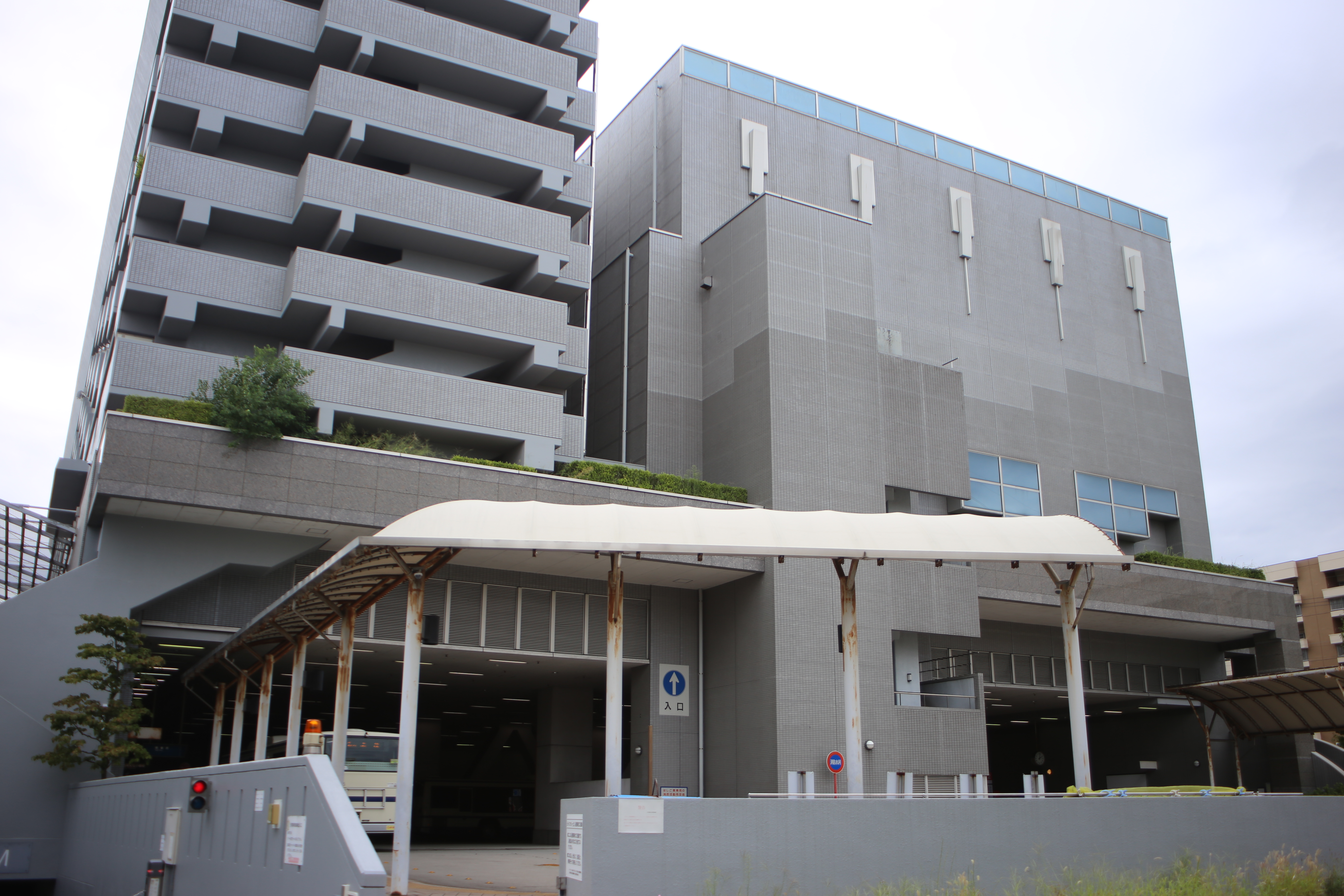
上社バスターミナル
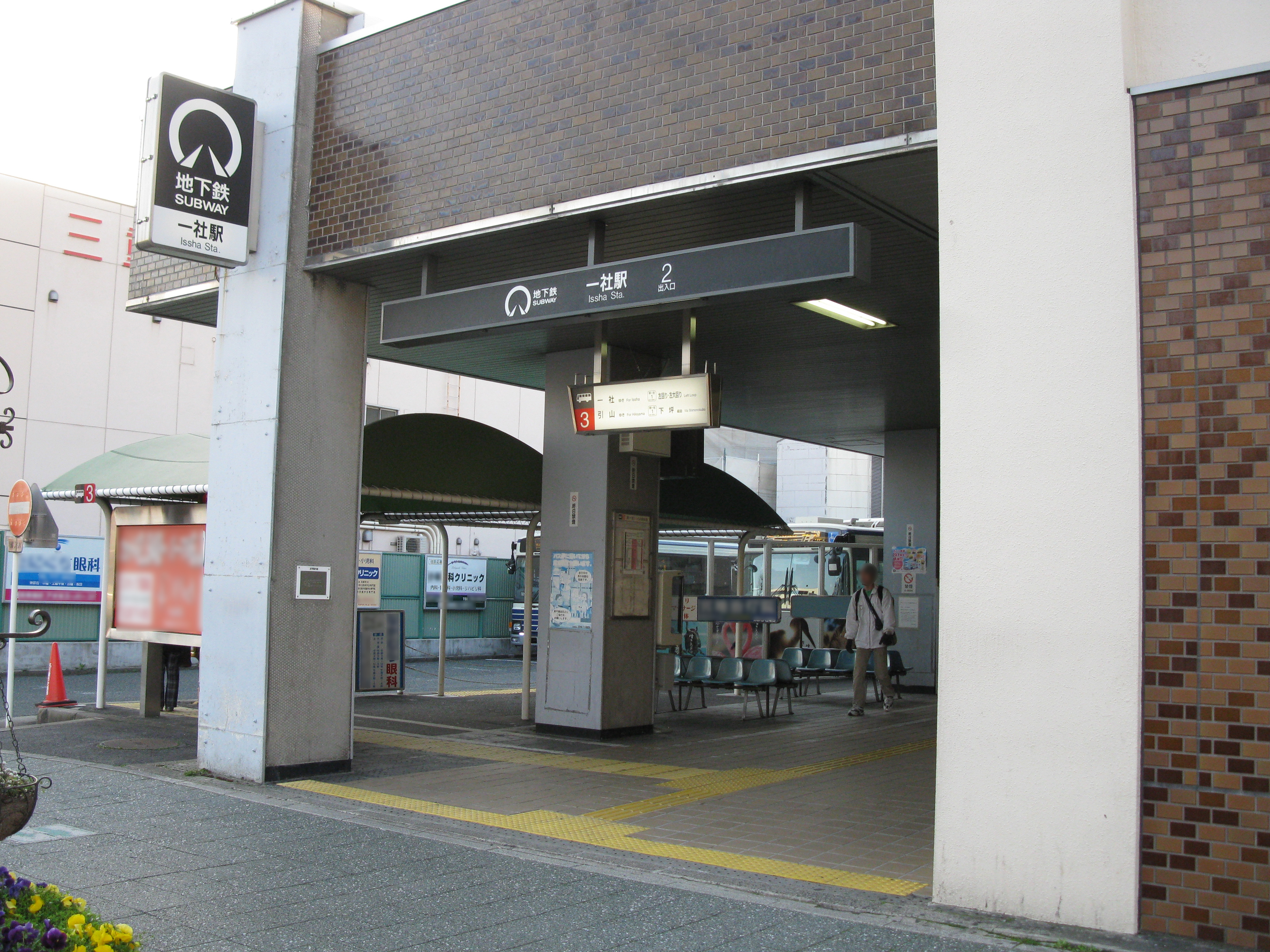
一社バスターミナル
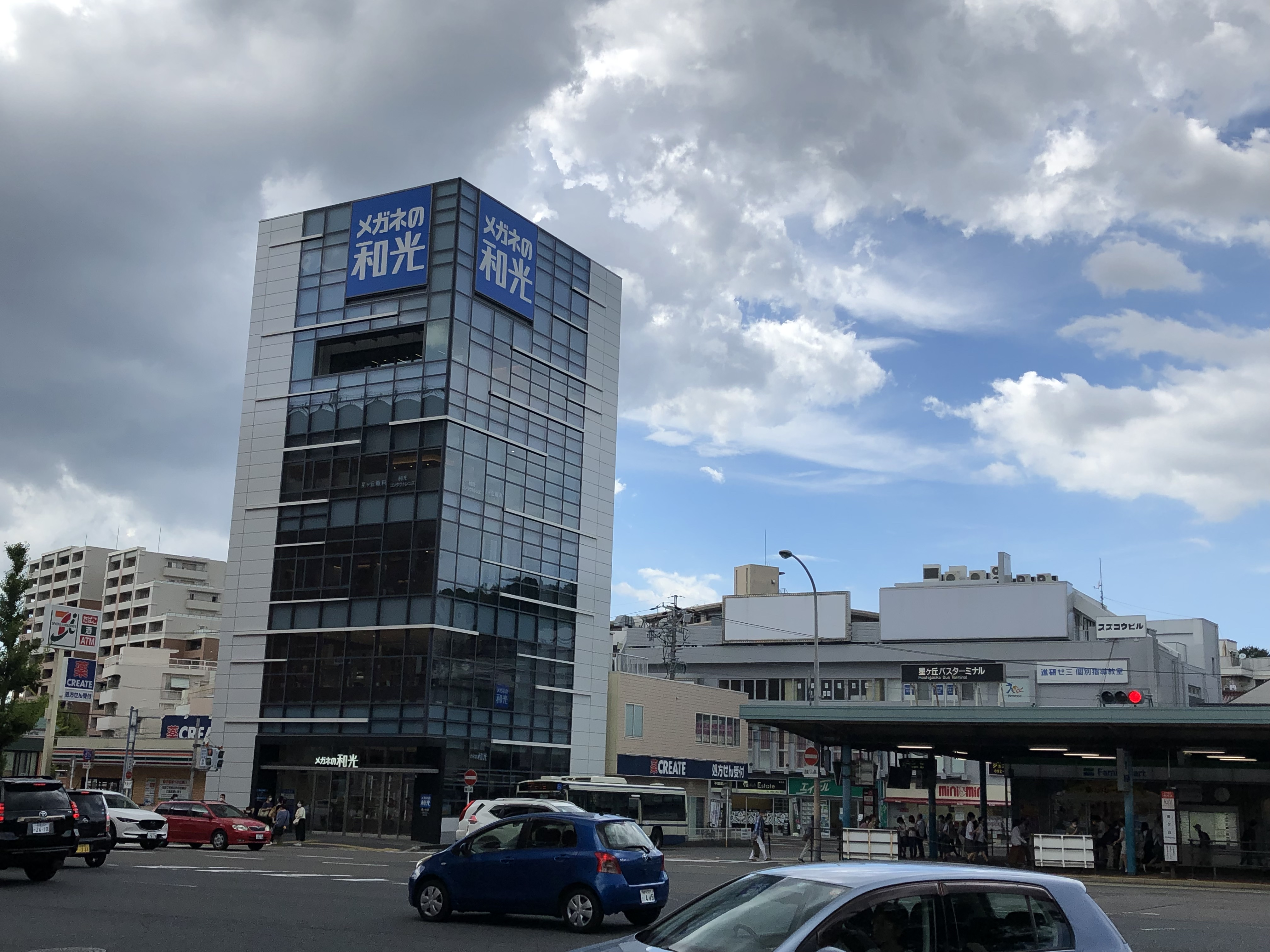
星ヶ丘バスターミナル
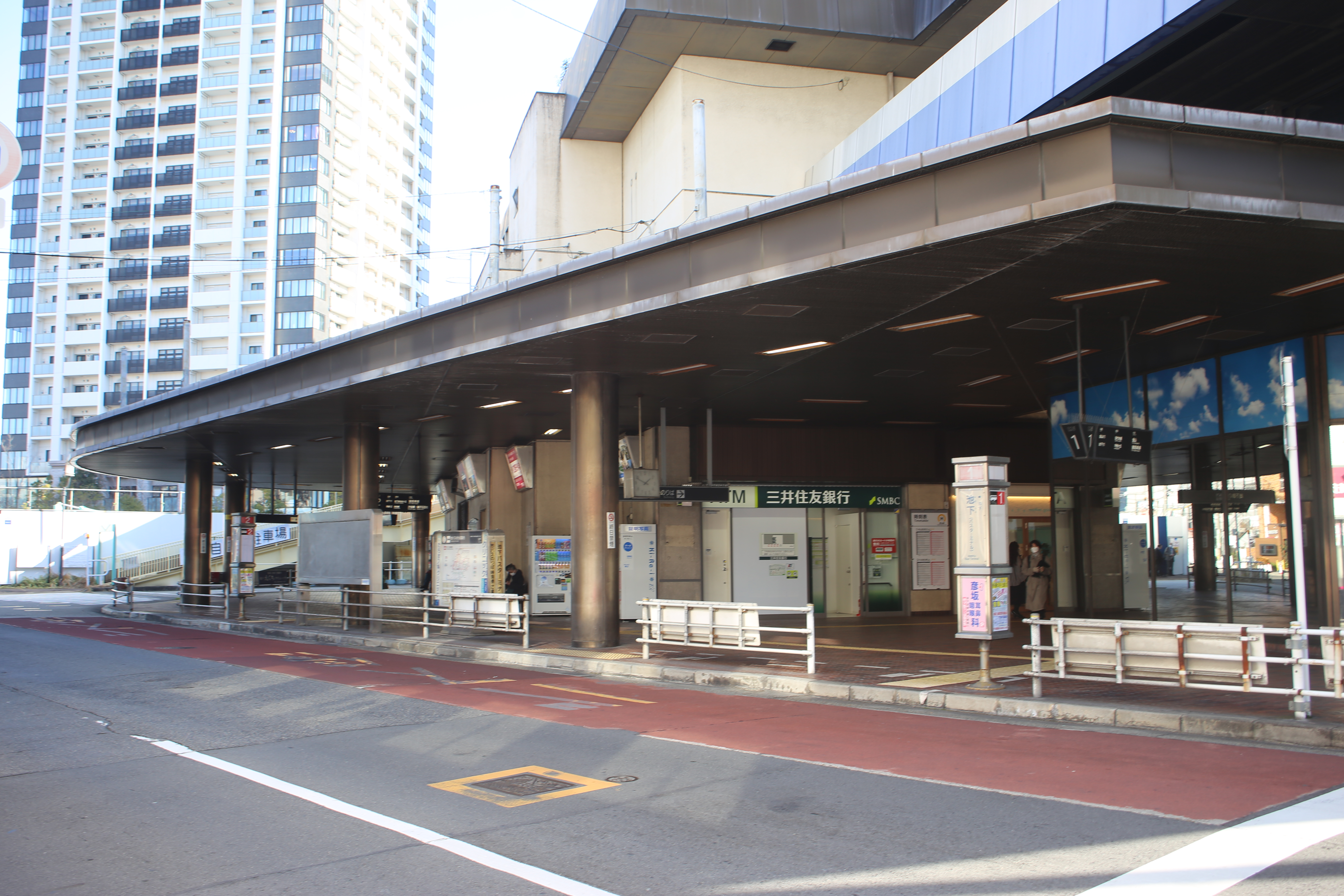
池下バスターミナル
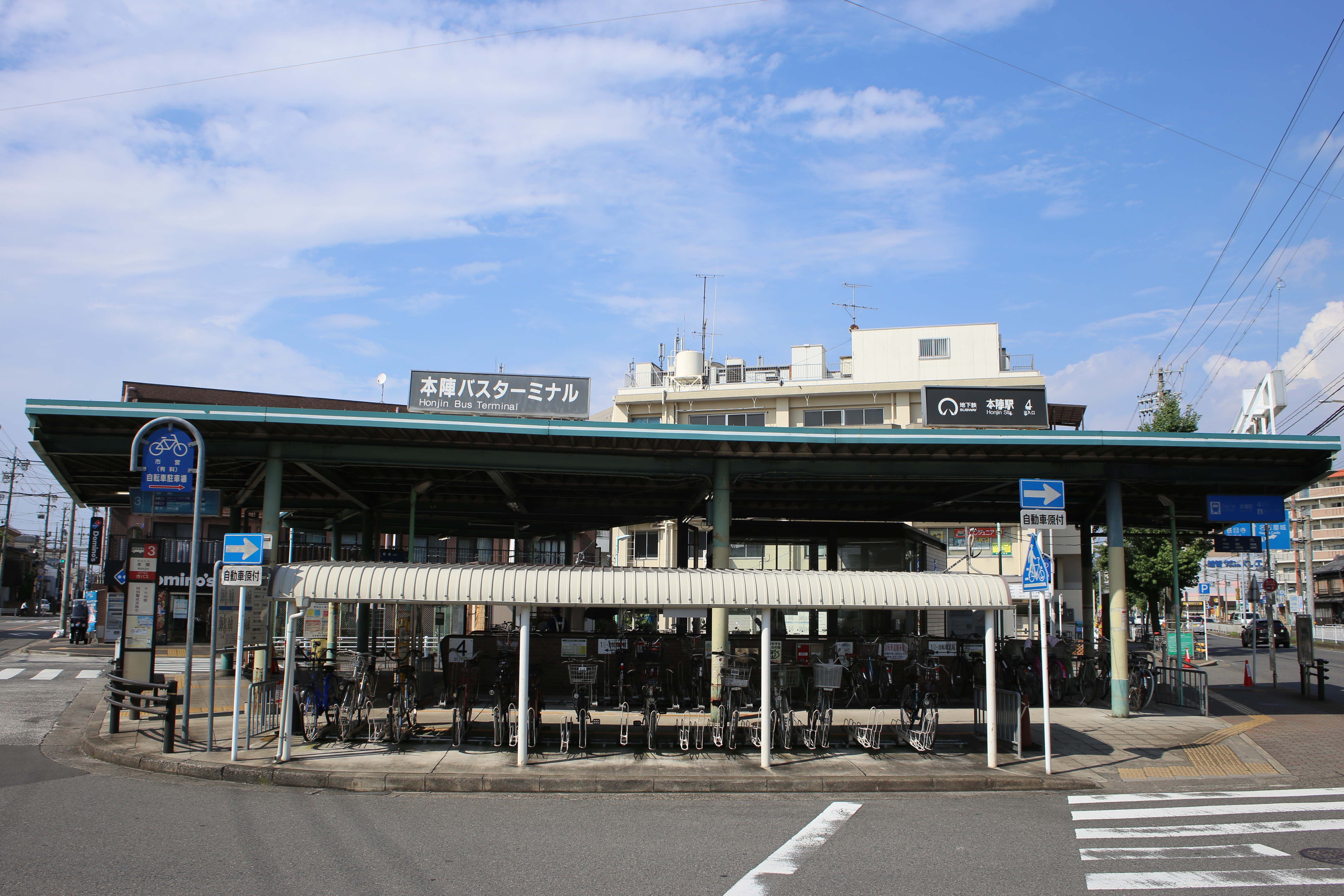
本陣バスターミナル
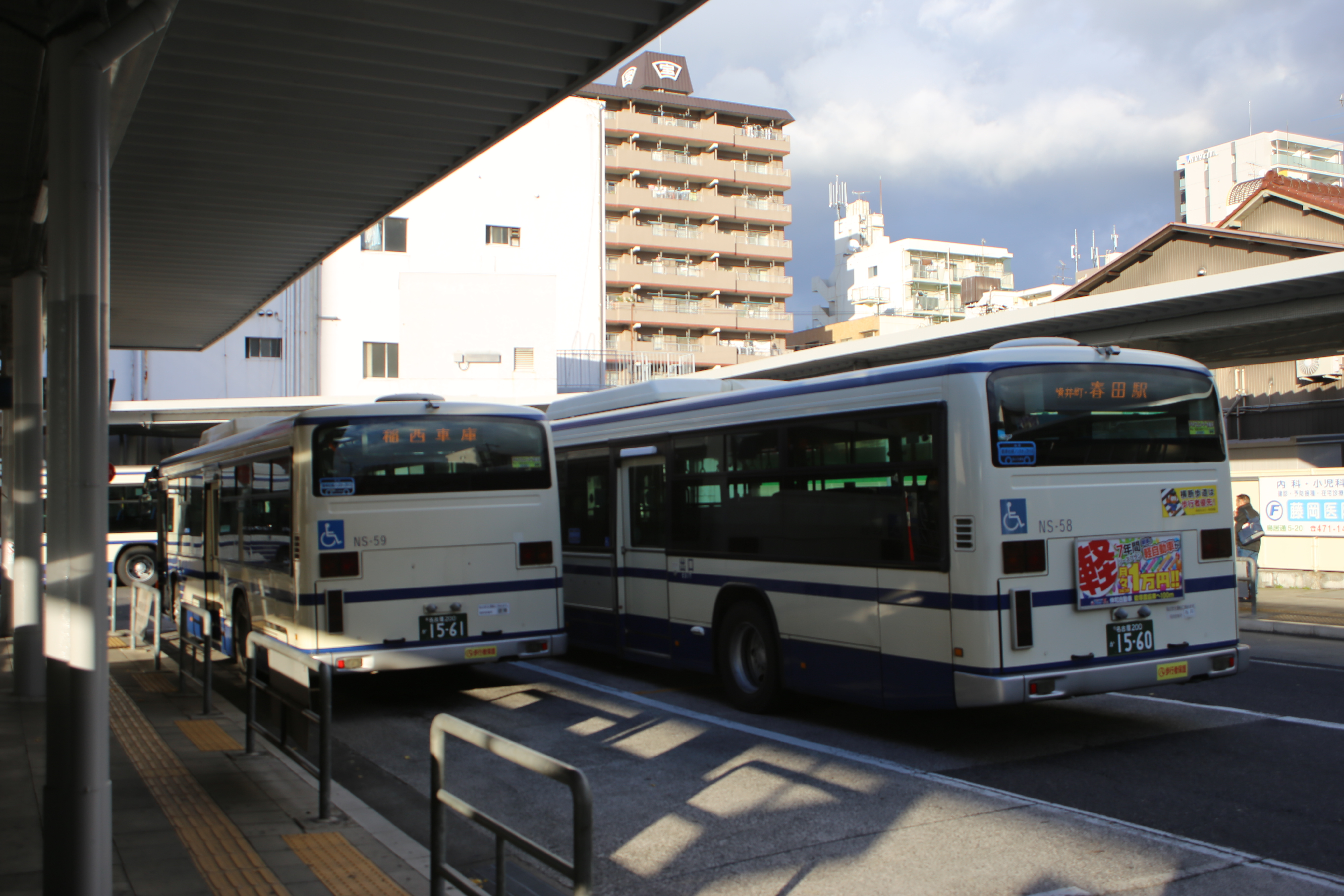
中村公園バスターミナル
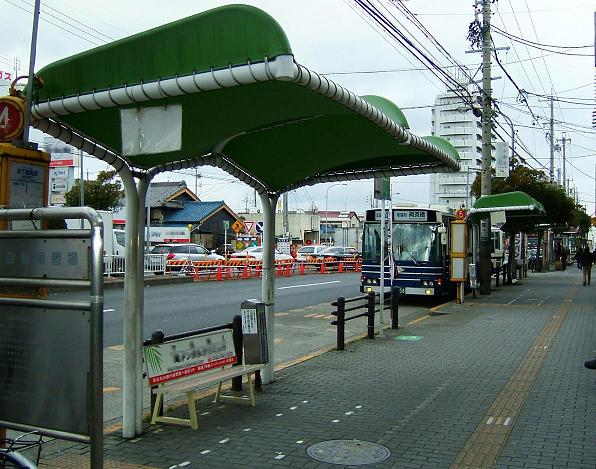
高畑バスターミナル
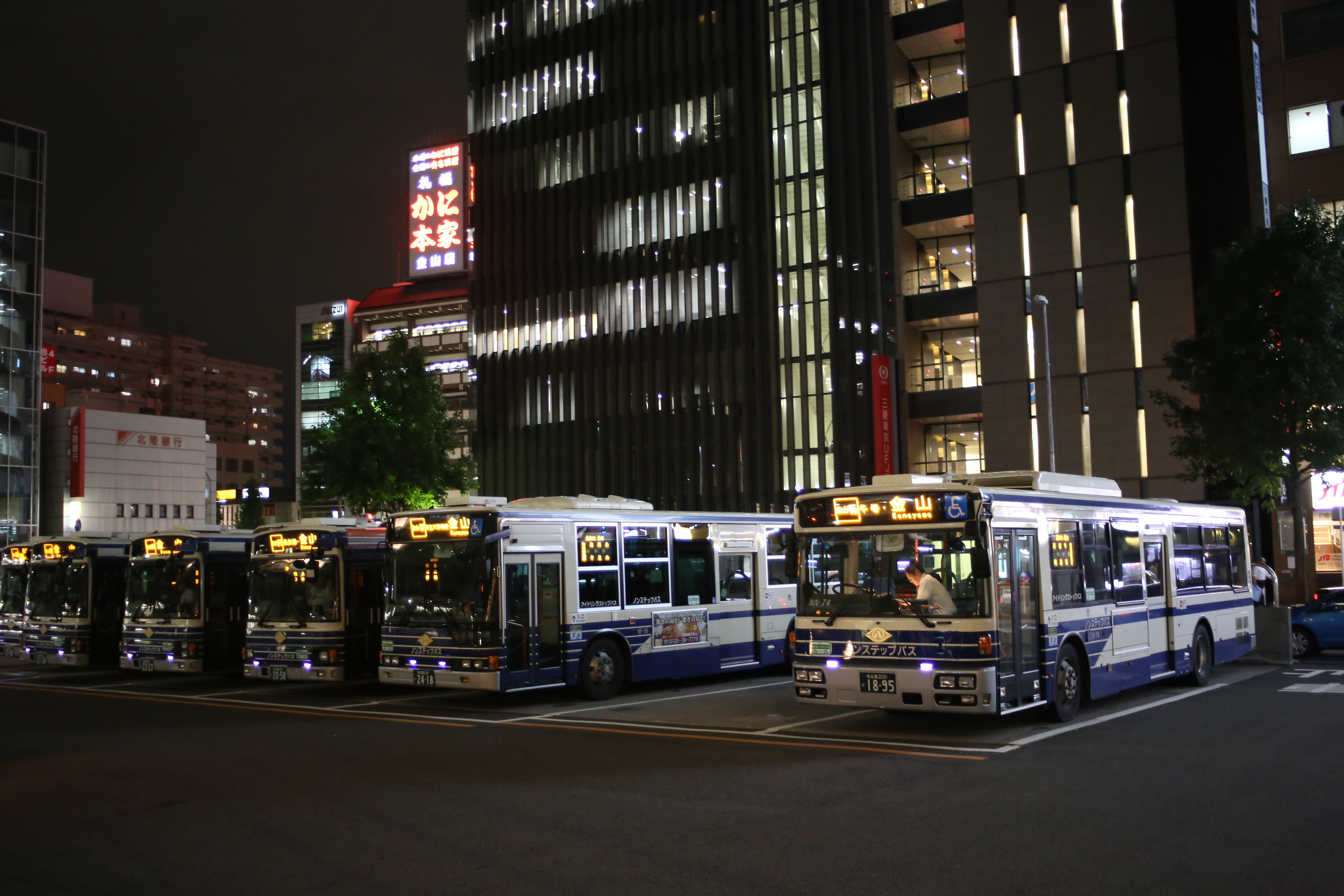
金山バスターミナル
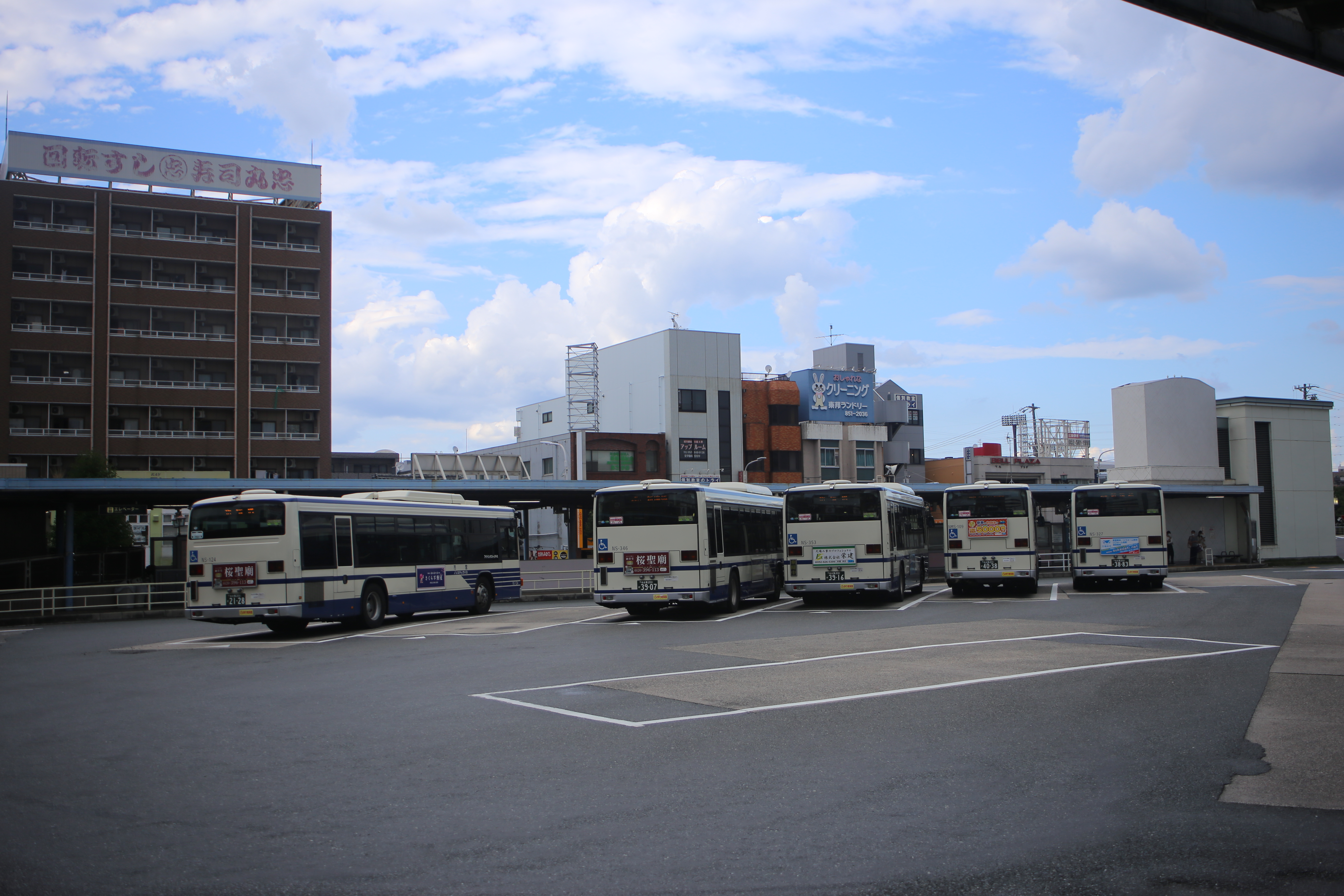
新瑞橋バスターミナル
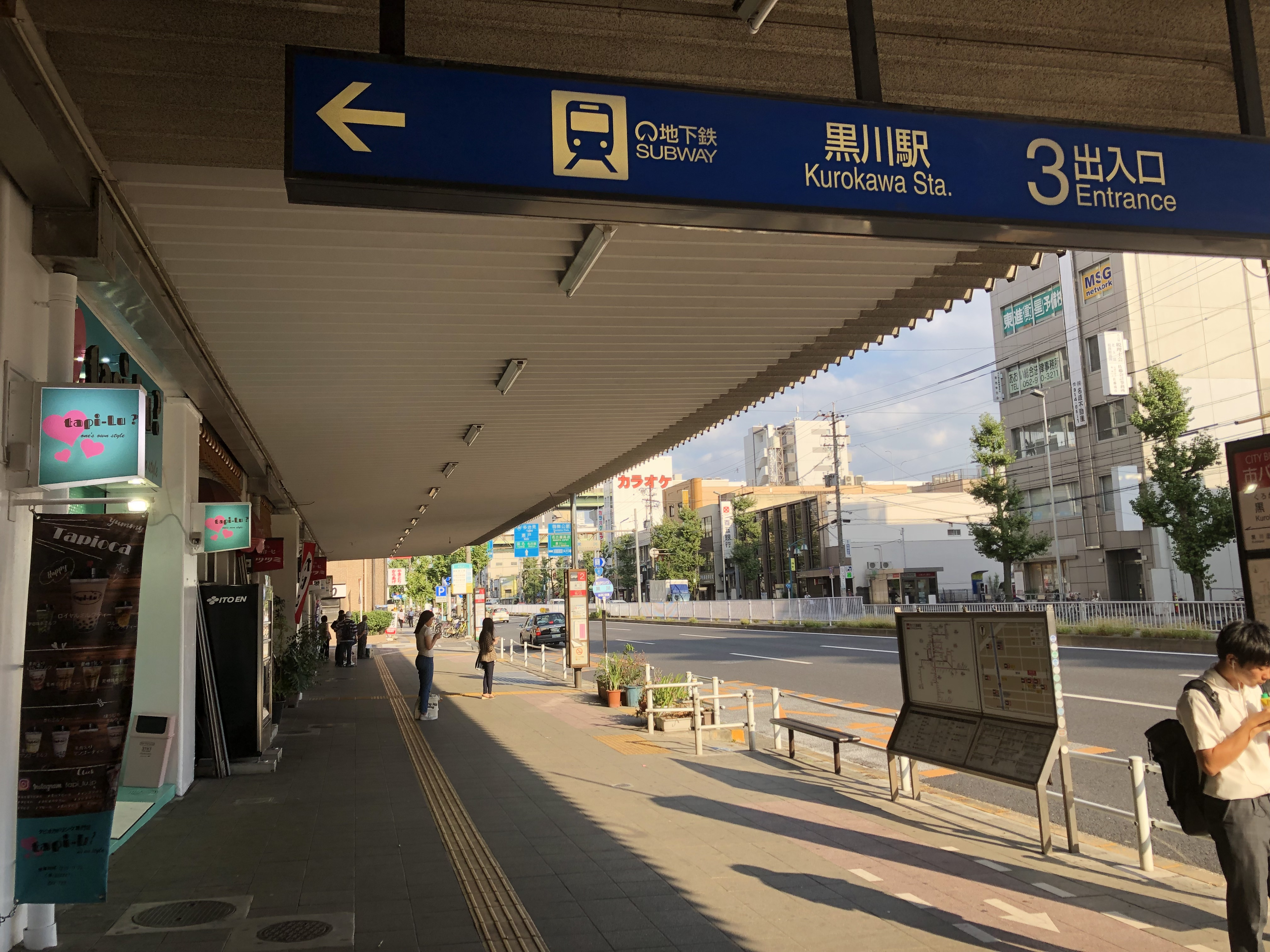
黒川バスターミナル
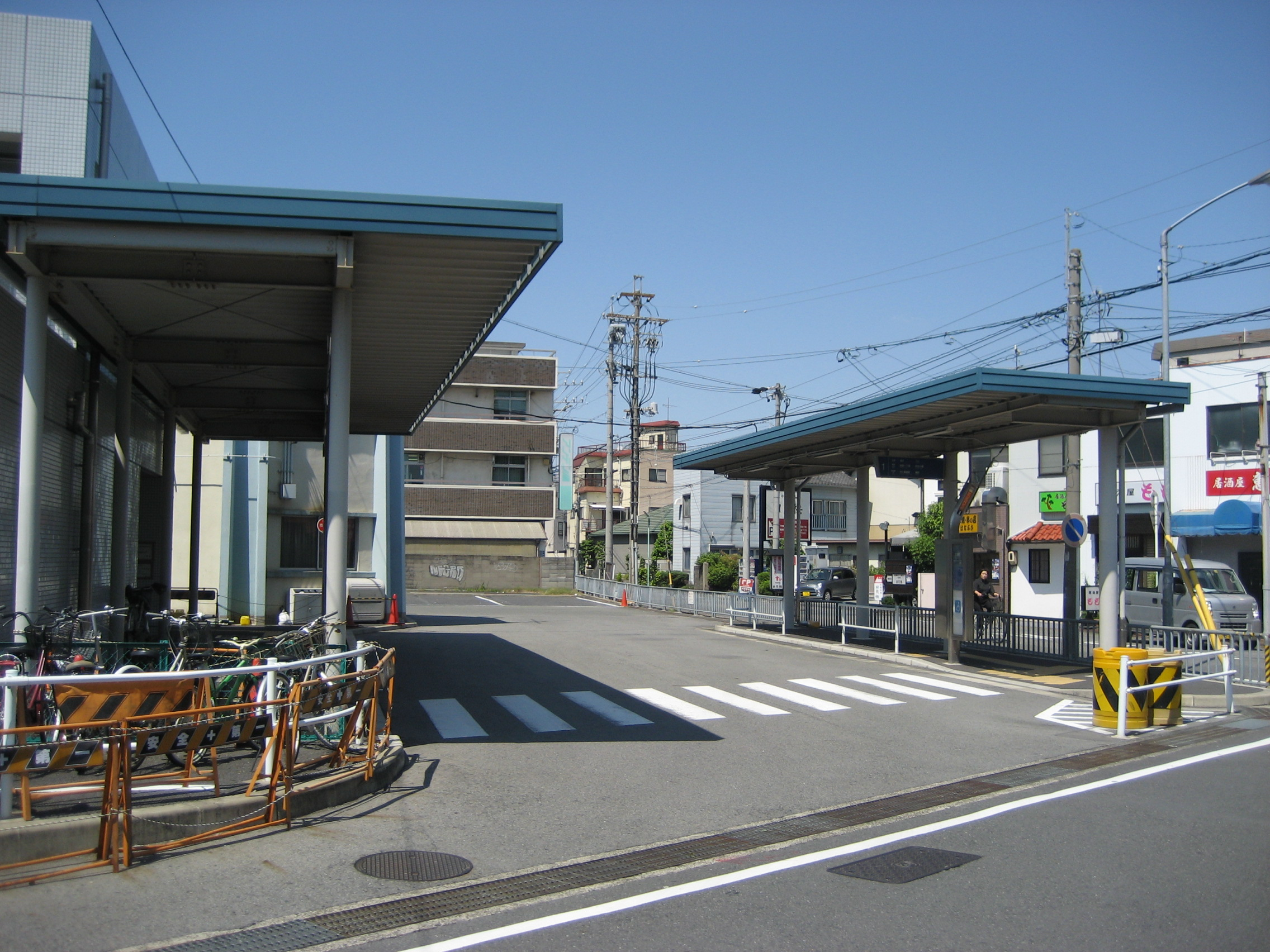
六番町バスターミナル
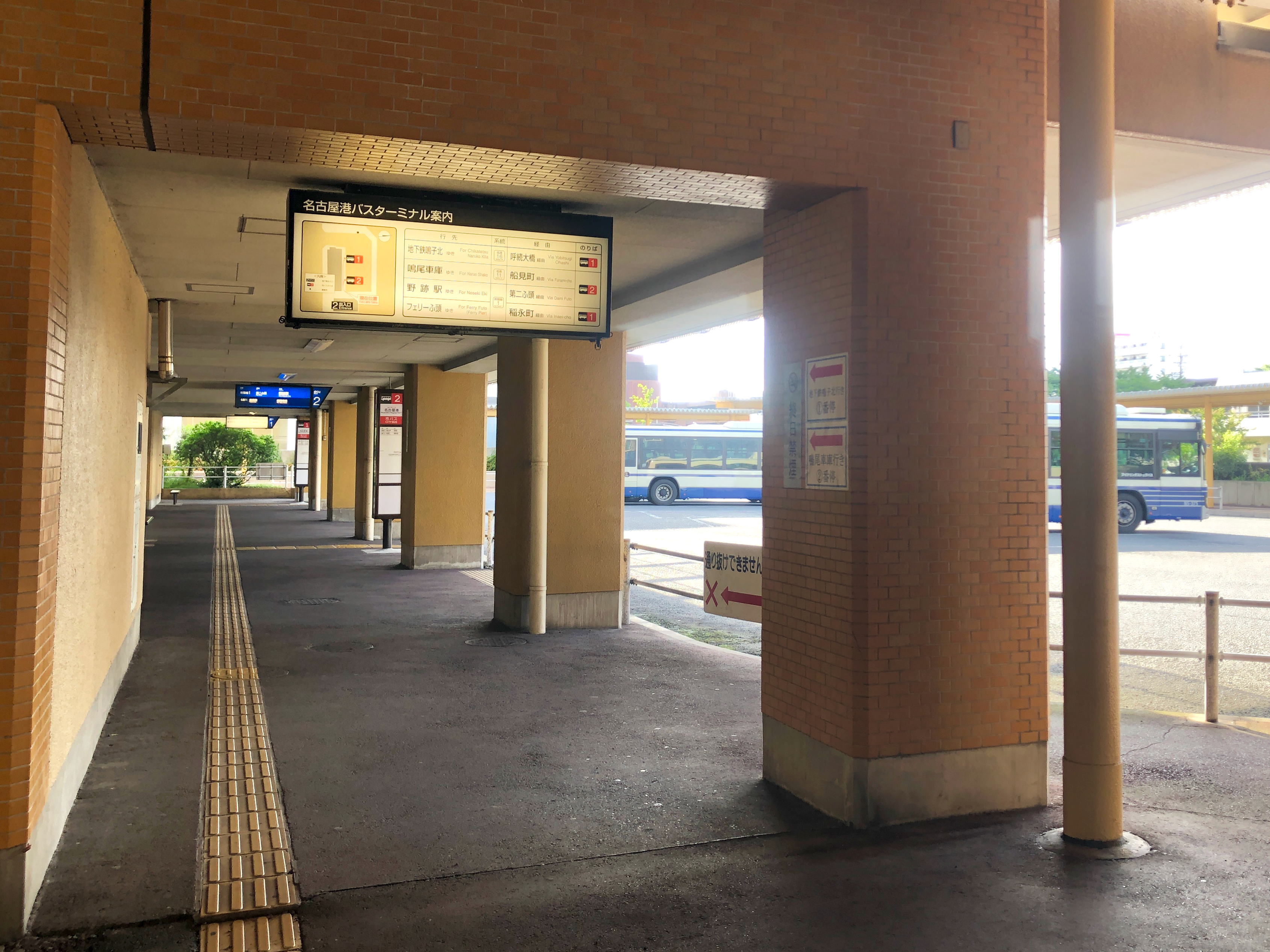
名古屋港バスターミナル
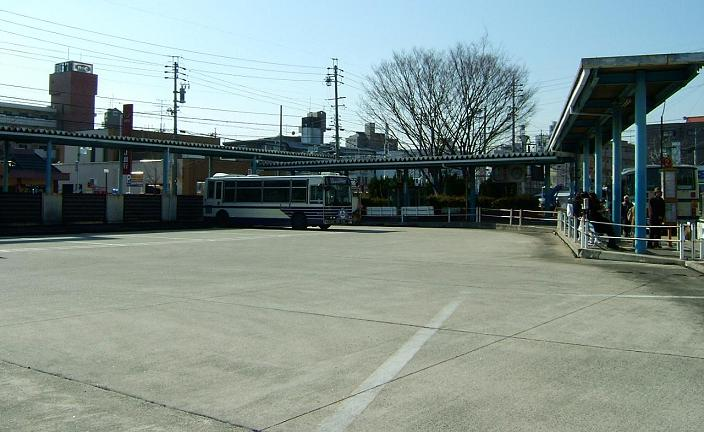
植田バスターミナル
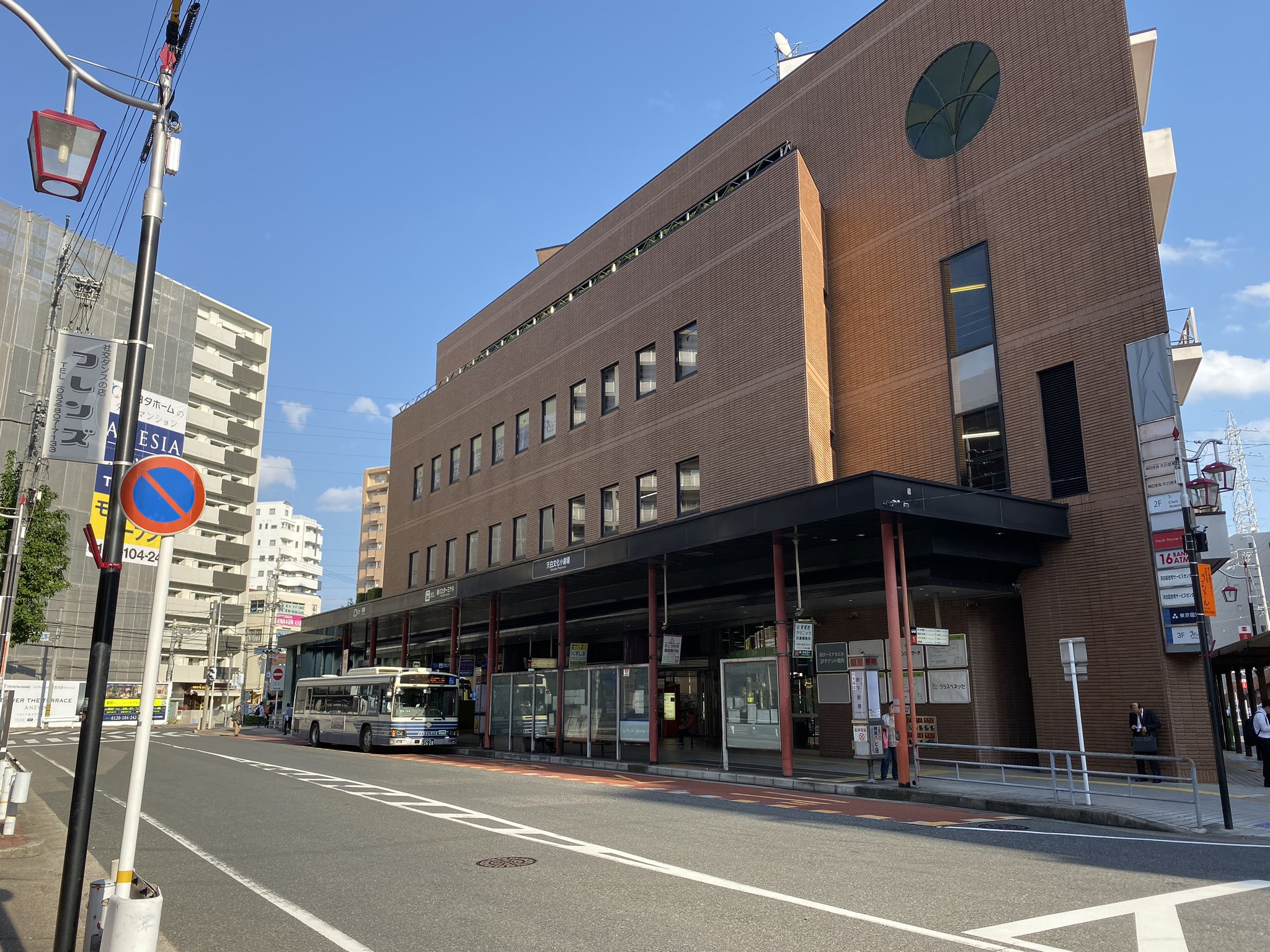
原バスターミナル
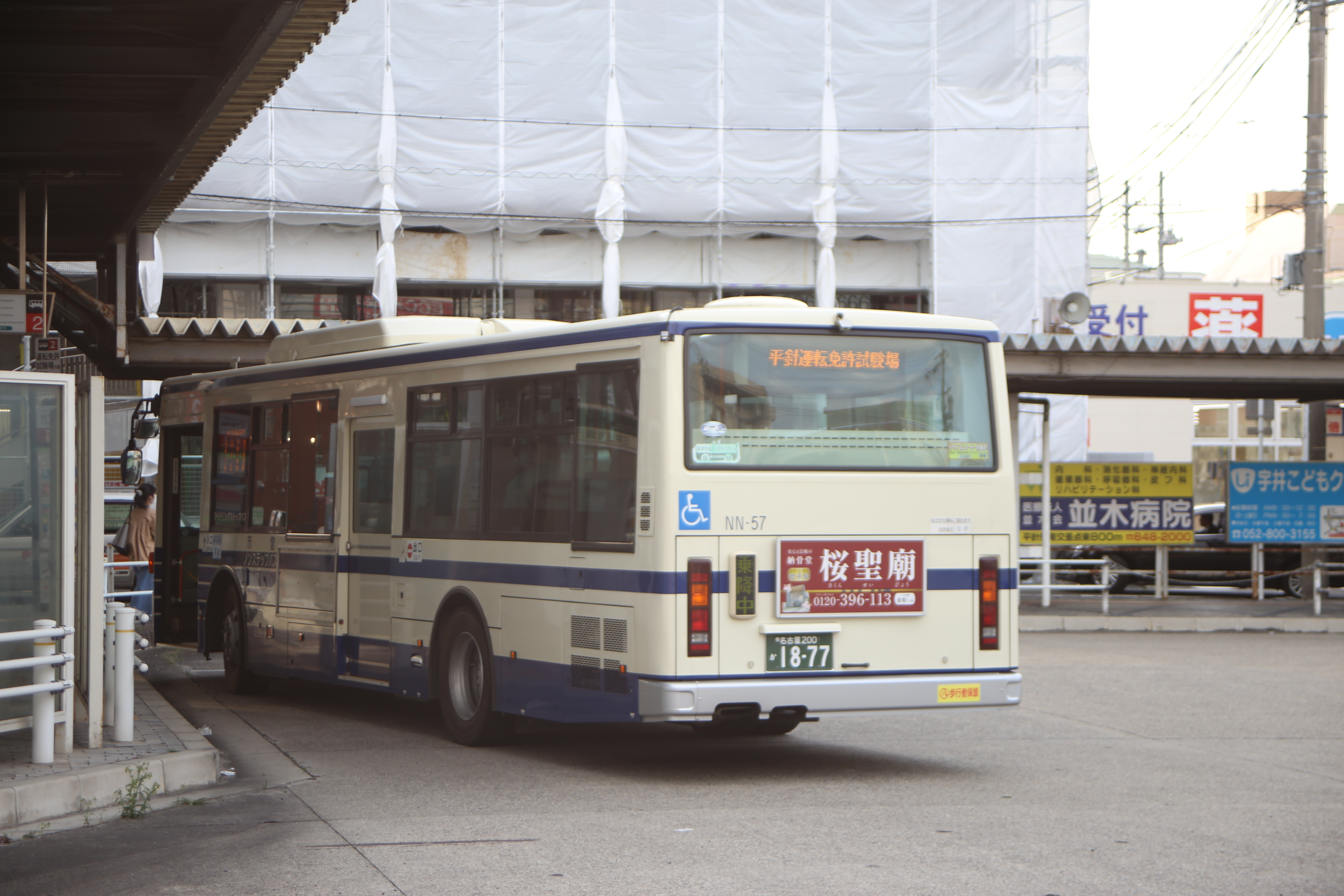
平針バスターミナル
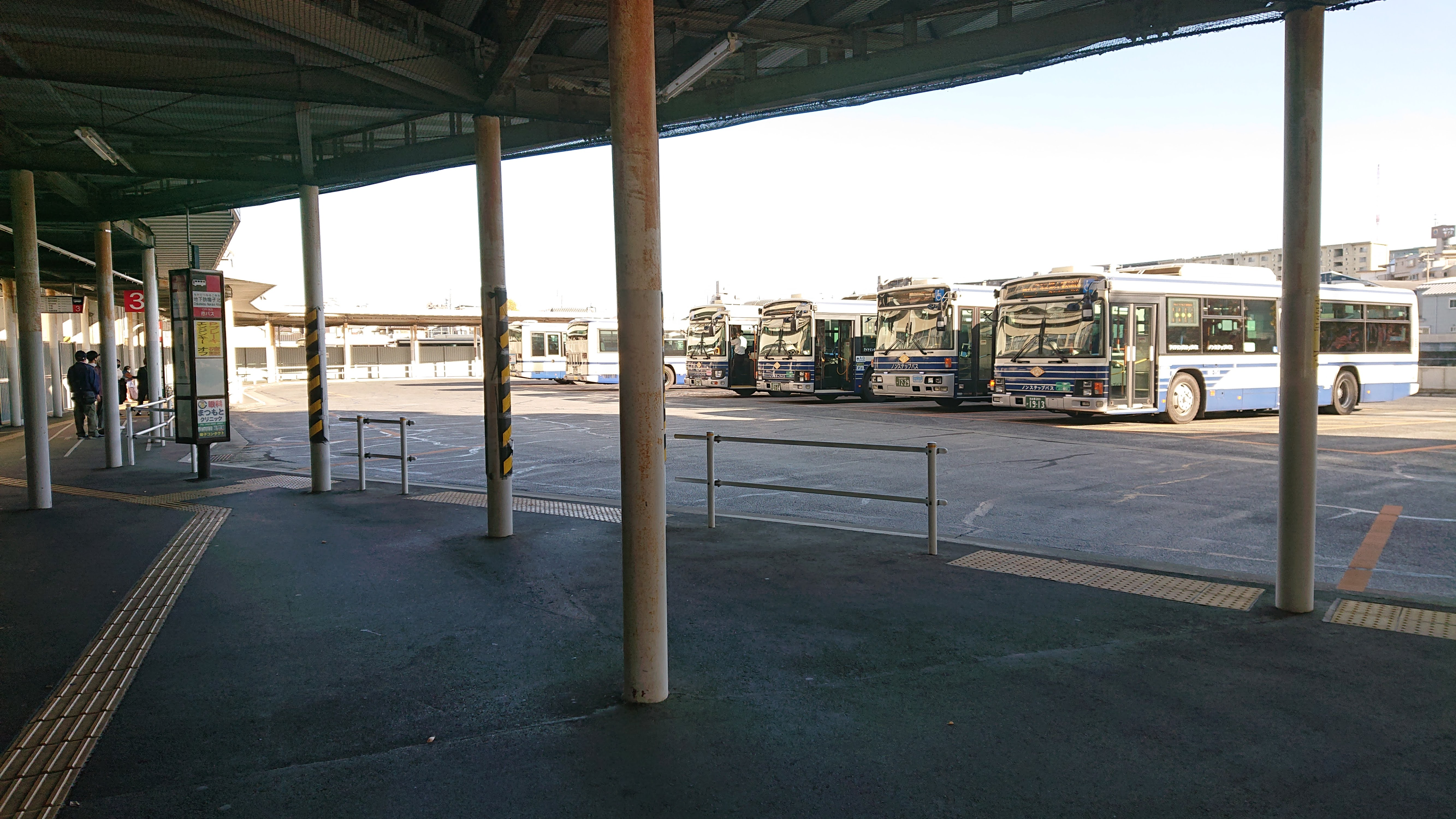
鳴子北バスターミナル
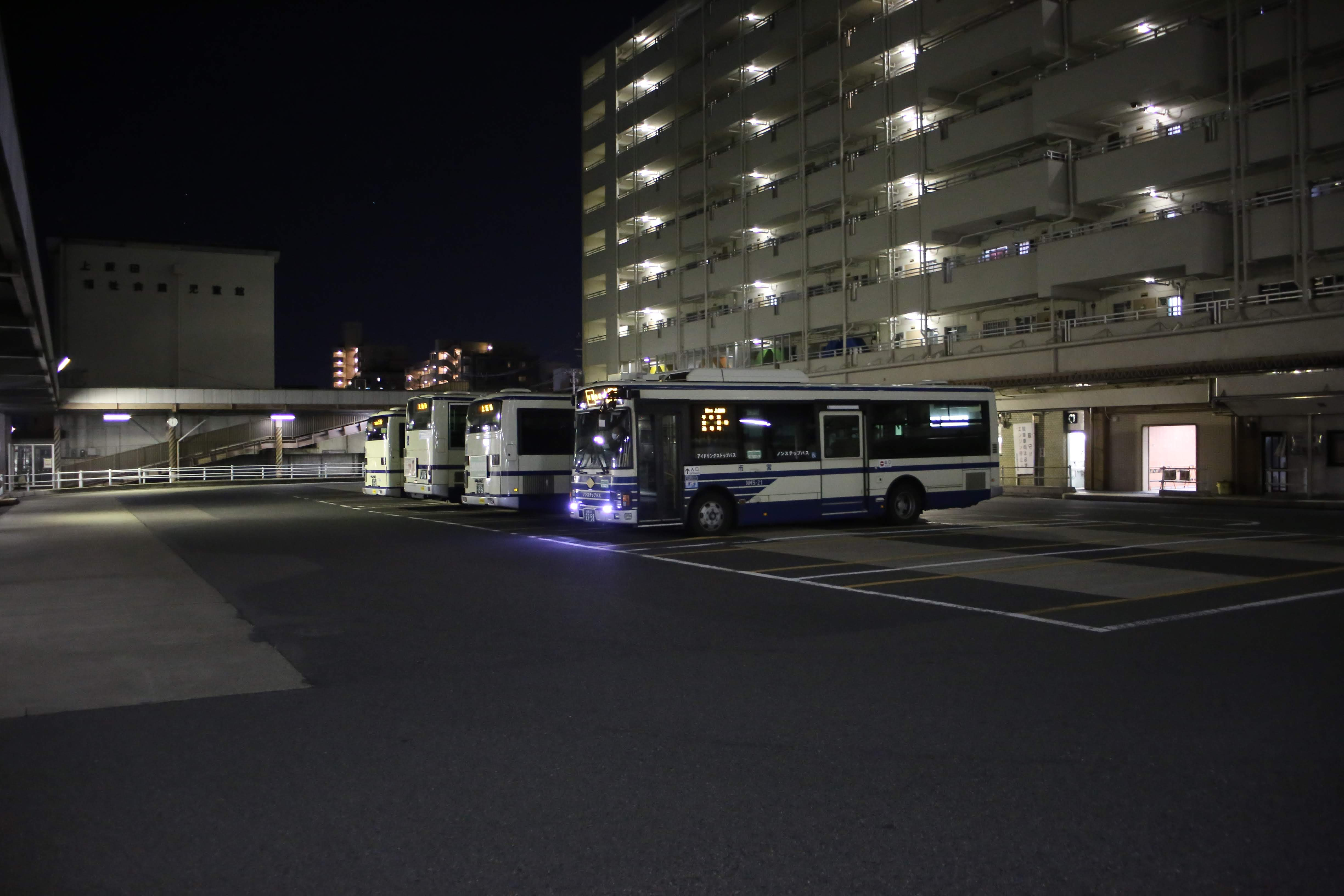
上飯田バスターミナル
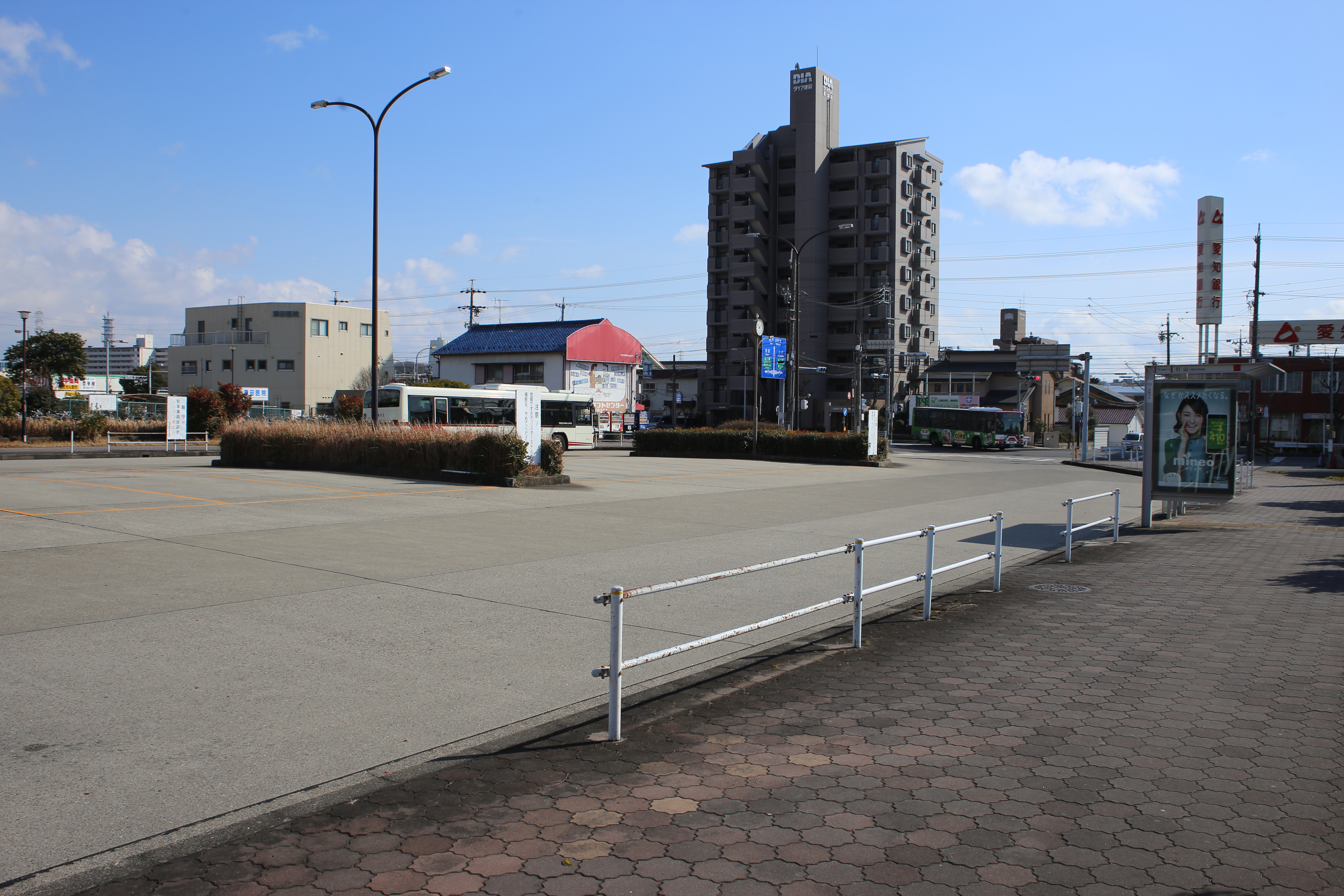
引山バスターミナル
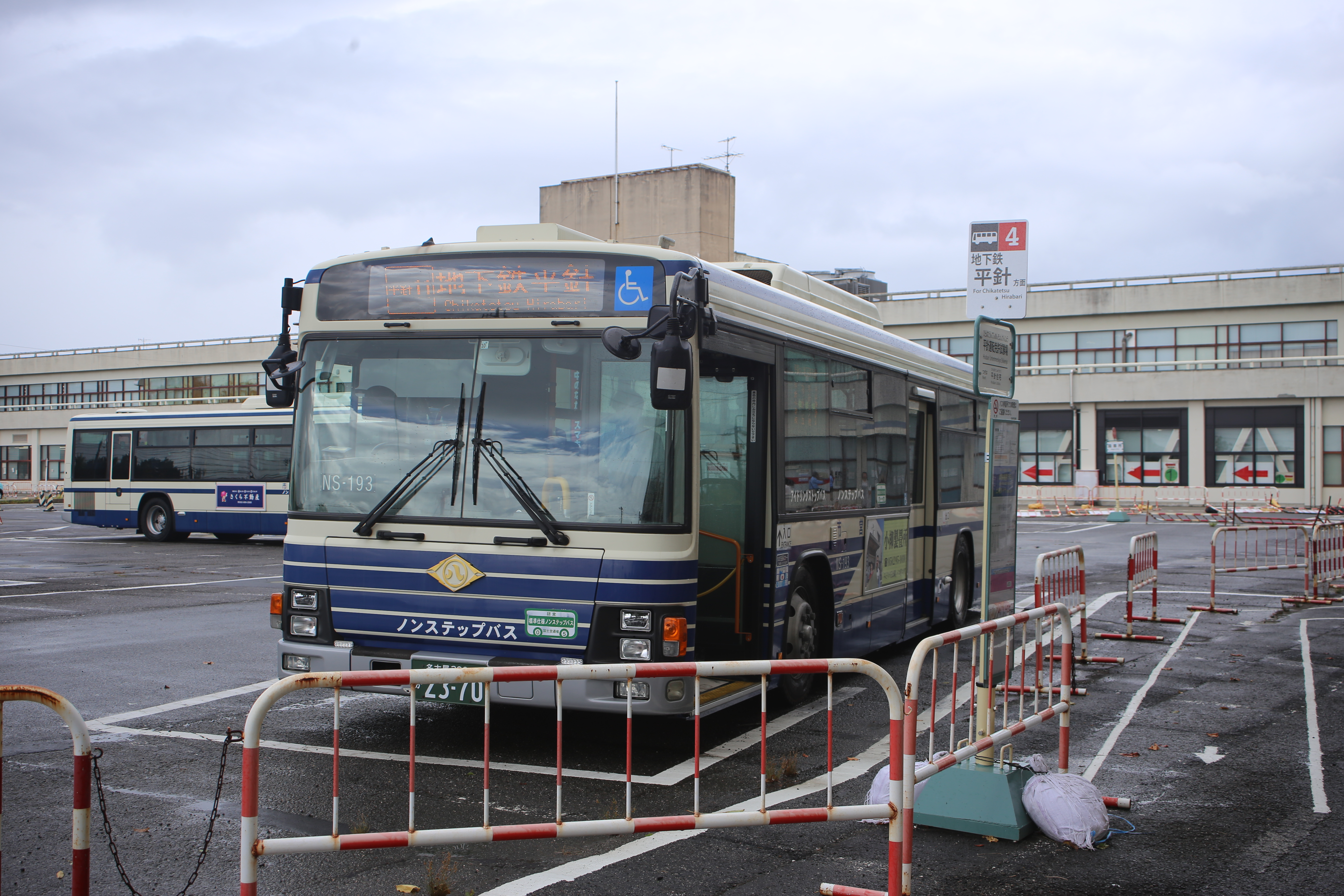
平針運転免許試験場臨時バスターミナル

### 道路

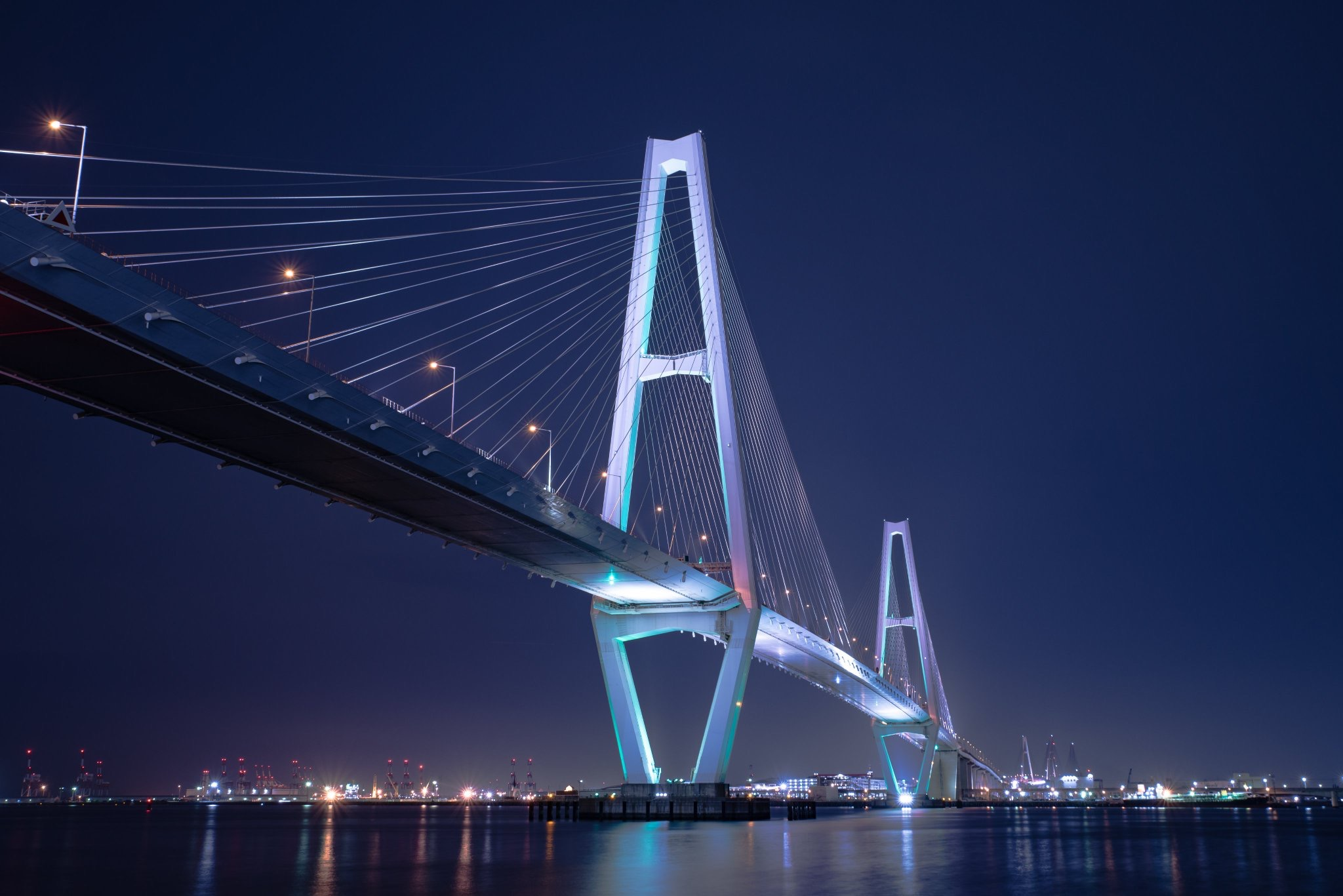
名港トリトンブリッジ

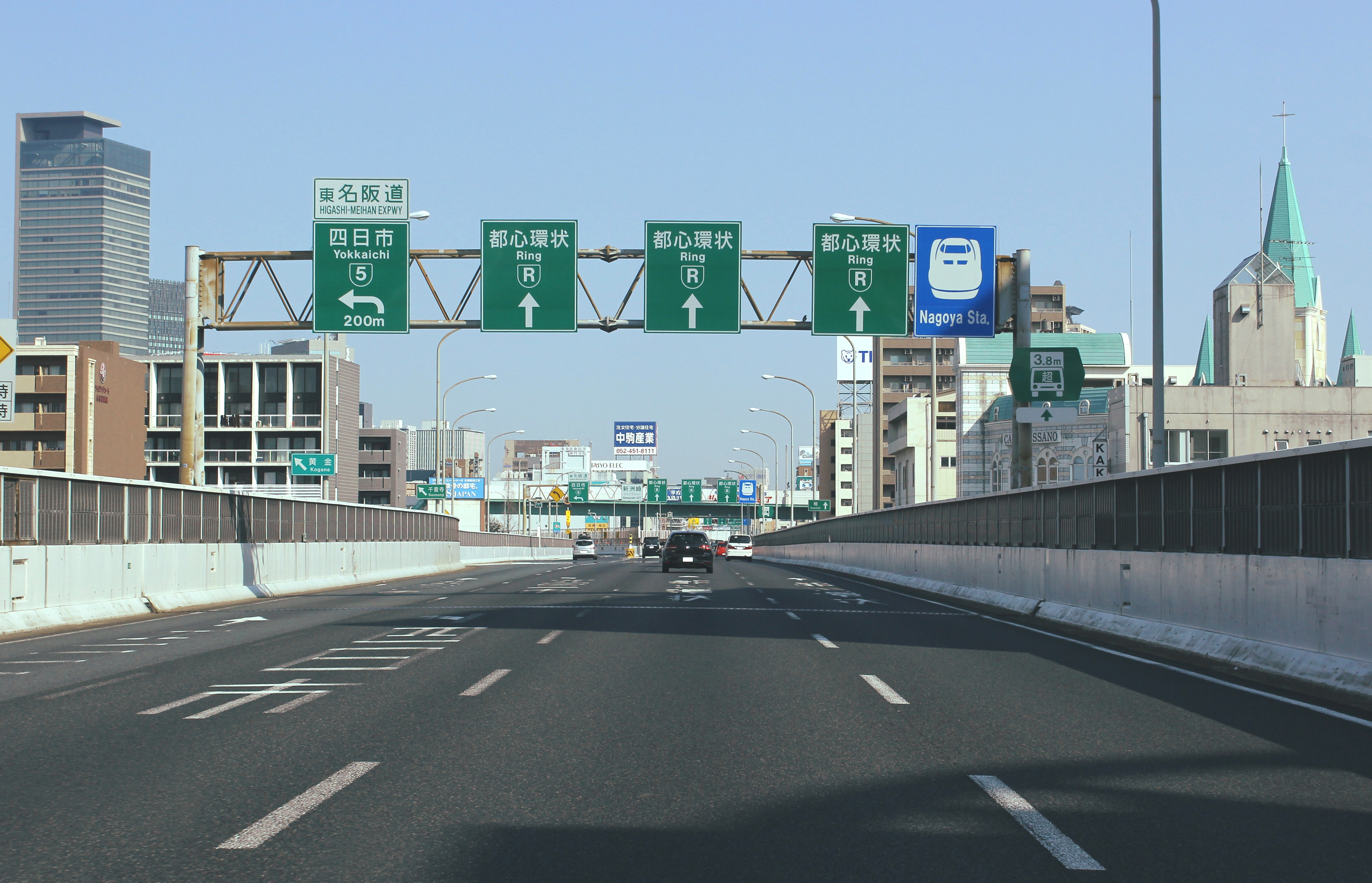
名古屋高速都心環状線

名古屋市の大量の交通は卓越した道路網が支えている。碁盤の目のように片側3 - 5車線の道路が走っており、幅広い道路設計により名古屋高速道路を中心部に通すことも容易であった。100m道路と呼ばれる幅員約100メートルの広い道路（久屋大通と若宮大通）は名古屋の自慢にもなっている。なお、一本の道路幅が100メートルなのではなく、上り車線と下り車線および車線間にある20メートルほどの中央分離帯を加えて100メートルと呼んでいる。途中の中央分離帯は公園のようになっており安全に休むことができるため、歩行者は100メートルを一気に渡り切る必要もプレッシャーもない。
日本一ともいわれる広い道路網の原点は、広小路で見られるような江戸時代にあった「万治の大火」後の防火帯としての役割にある。後にくる車社会を見越し、太平洋戦争の戦災復興都市計画に基づいてさらに整備されたものである。この都市計画は大変大胆なもので、空襲により焦土化した市街地に幅員の広い道路を何本も東西南北に通し、市内各所にあった墓地をすべて1か所に集約するというものであった。戦後日本の急速な経済成長により、大胆な都市計画は結実した。この計画の責任者は田淵寿郎技監で、その功績により1966年に「名誉市民」の称号が贈られている。
市内の中心部には環状に名古屋高速都心環状線が走り、外側に名古屋第二環状自動車道が環状に市域を取り巻く。都心環状線以外の名古屋高速道路の各路線が中心部から放射状に延びており、中心部と郊外や他の高速道路とを結ぶ。市東郊外の名東区に東名高速道路の名古屋インターチェンジがあり、都心部の繁華街（栄地区や大須付近）からは名古屋高速道路と名古屋第二環状自動車道を利用すれば15分程度、一般道（愛知県道60号名古屋長久手線など）では渋滞のない状態で30分 - 45分程度となっている。南部の湾岸エリアには伊勢湾岸自動車道が通っている。そのほか、郊外にも名神高速道路、中央自動車道、東海北陸自動車道、知多半島道路などが接続しており、一般道を含め道路インフラの整備が大変進んでいる地域ともいえる。
また、有料高速道路以外にも名四国道、西知多産業道路、名岐バイパスのような複数の高規格バイパスが存在する。
市内を通る高速道路のうち伊勢湾岸自動車道、知多半島道路を除いて料金水準が大都市近郊区間と同じ水準である。

#### 高速道路
- 名古屋高速道路
- 名古屋第二環状自動車道（名古屋環状2号線専用部）
- 伊勢湾岸自動車道
- 東名阪自動車道
- 東名高速道路
- 知多半島道路

#### 国道
- 国道1号
- 国道19号
- 国道22号
- 国道23号（名四国道）
- 国道41号
- 国道153号
- 国道154号
- 国道155号
- 国道247号
- 国道302号（名古屋環状2号線一般部）
- 国道363号
- 国道366号

#### 市内の主な通り
幹線部の通り
- 金城ふ頭線
- 名駅通
- 江川線
- 伏見通
- 大津通
- 久屋大通
- 空港線
- 瀬戸街道
- 出来町通
- 外堀通
- 桜通
- 錦通
- 太閤通
- 広小路通
- 東山通
- 若宮大通
- 大須通
- 飯田街道
- 山王通
- 八熊通
- 東海通
- 名四国道
- 環状2号
- 山手グリーンロード
- 環状線

中心部の通り
- 木挽町通
- 皆戸通
- 竪三蔵通
- 中ノ町通
- 御園通
- 堀川東通
- 西大須通
- 常盤通
- 桑名町通
- 長島町通
- 長者町通
- 本町通
- 七間町通
- 呉服町通
- 伊勢町通
- 大須本通
- 門前町通
- 裏門前町通
- 新天地通
- 武平通
- 東栄通
- 前津通
- 西川端通
- 東川端通
- 千代田通
- 七本松通
- 中央線西通
- 京町通
- 上中通
- 魚ノ棚通
- 杉ノ町通
- 伝馬町通
- 袋町通
- 本重町通
- 入江町通
- 三蔵通
- 白川通
- 矢場町通
- 瓦通
- 東陽通
- 花園通
- 大須観音西通
- 赤門明王通
- 赤門通
- 大須観音通
- 万松寺通
- 仁王門通
- 東仁王門通
- 松元通
- 松ヶ枝通
- 宇津木橋通

金城埠頭中心部の通り
- 南京大路
- メキシコ大通
- ロサンゼルス大通

### ナンバープレート
名古屋市（中川区）の中部運輸局愛知運輸支局から交付されるナンバープレートには、「名古屋」の地名が表示される。これを俗に「名古屋ナンバー」という。1965年3月1日に「愛（知）ナンバー」から「三河ナンバー」が分離されるのを機に変更された。さらに1979年8月6日には「尾張小牧ナンバー」が分離された。2020年時点で「名古屋ナンバー」が交付されている地域は、名古屋市、大府市、東海市、知多市、半田市、常滑市、知多郡、津島市、愛西市、弥富市、あま市、海部郡、豊明市、日進市、長久手市、愛知郡である。

### 航路

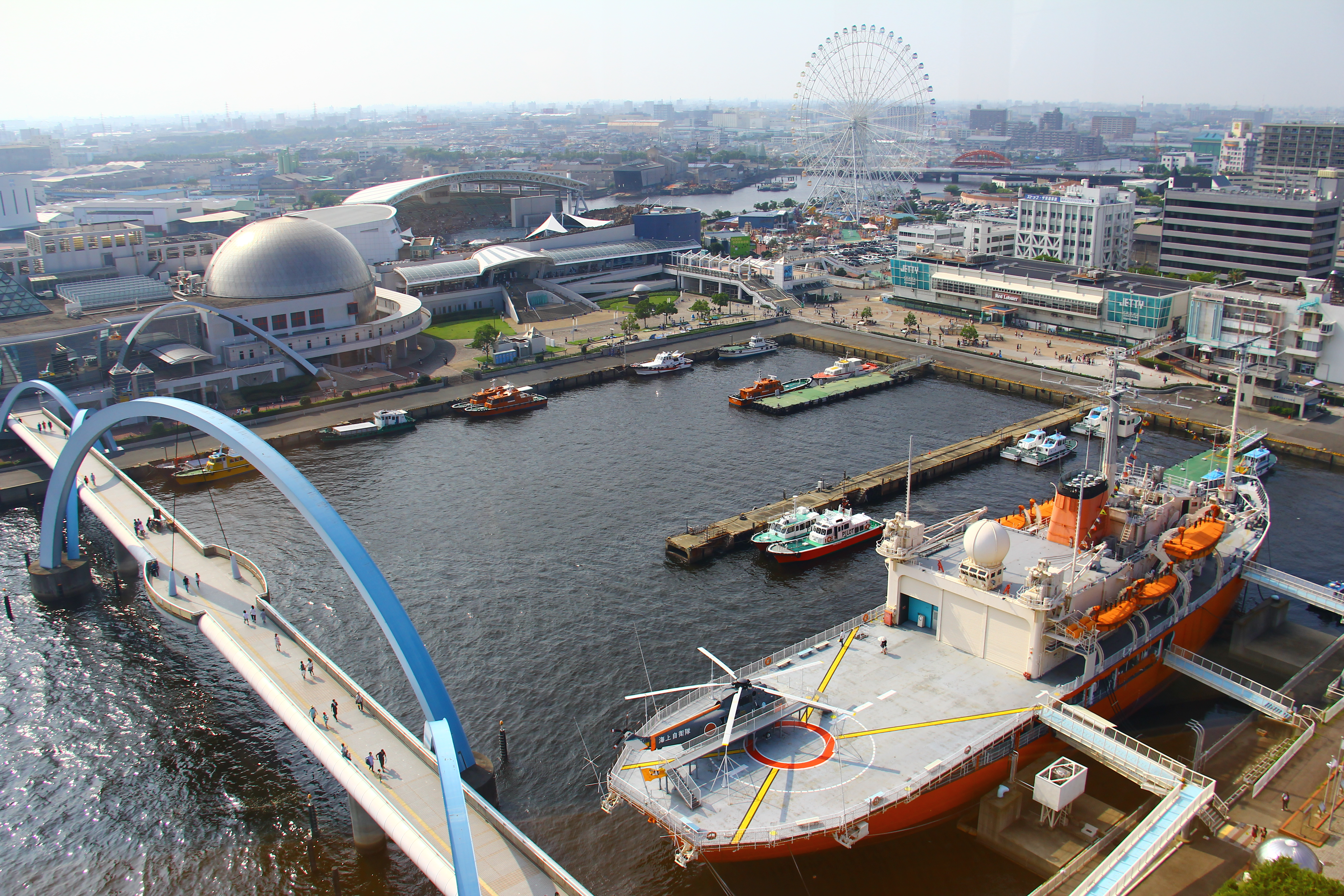
名古屋港

#### 港湾
名古屋港は宮の渡しで有名だった熱田港が周辺海域の干拓の進展や、浅い水深で近代港湾としての機能を果たせないとの観点から、熱田前新田の沖合いを埋立・浚渫して築港された近代港湾である。第2次世界大戦で被害を受けるが、戦後はこの跡地への他工場進出や、地元資本と富士製鐵の合弁の東海製鐵（日本製鉄名古屋製鉄所の前身）が進出するなどして発展した。伊勢湾に面しており、西から弥富市、飛島村、名古屋市港区、東海市、知多市と5つの市町村にまたがる。周辺施設名には「名港」（めいこう）と略して冠する場合が多い。名古屋港に関しては、おもに愛知県内に生産拠点を持ち、多数の自動車を世界各国に輸出するトヨタ自動車工業など大企業が利用するため、戦前から日本を代表する輸出入の拠点であり、また大型船の横付けも可能な港湾設備を持つため、「クイーンエリザベス」などの世界的に有名な豪華客船が寄港することもある。

#### 船舶
太平洋フェリー
- 名古屋港（愛知県） - 仙台港（宮城県） - 苫小牧港（北海道・胆振総合振興局）

## 観光
2017年度における名古屋市の観光入り込み客数は4,728万人であり、日本人観光客数に限ると同年度の京都市よりも多い。名古屋市への観光客の約68％が東海地方の居住者であり、関東居住者は約11％、近畿居住者は9％であった。

### 名所・旧跡
城郭・砦
- 猪子石城
- 上野城

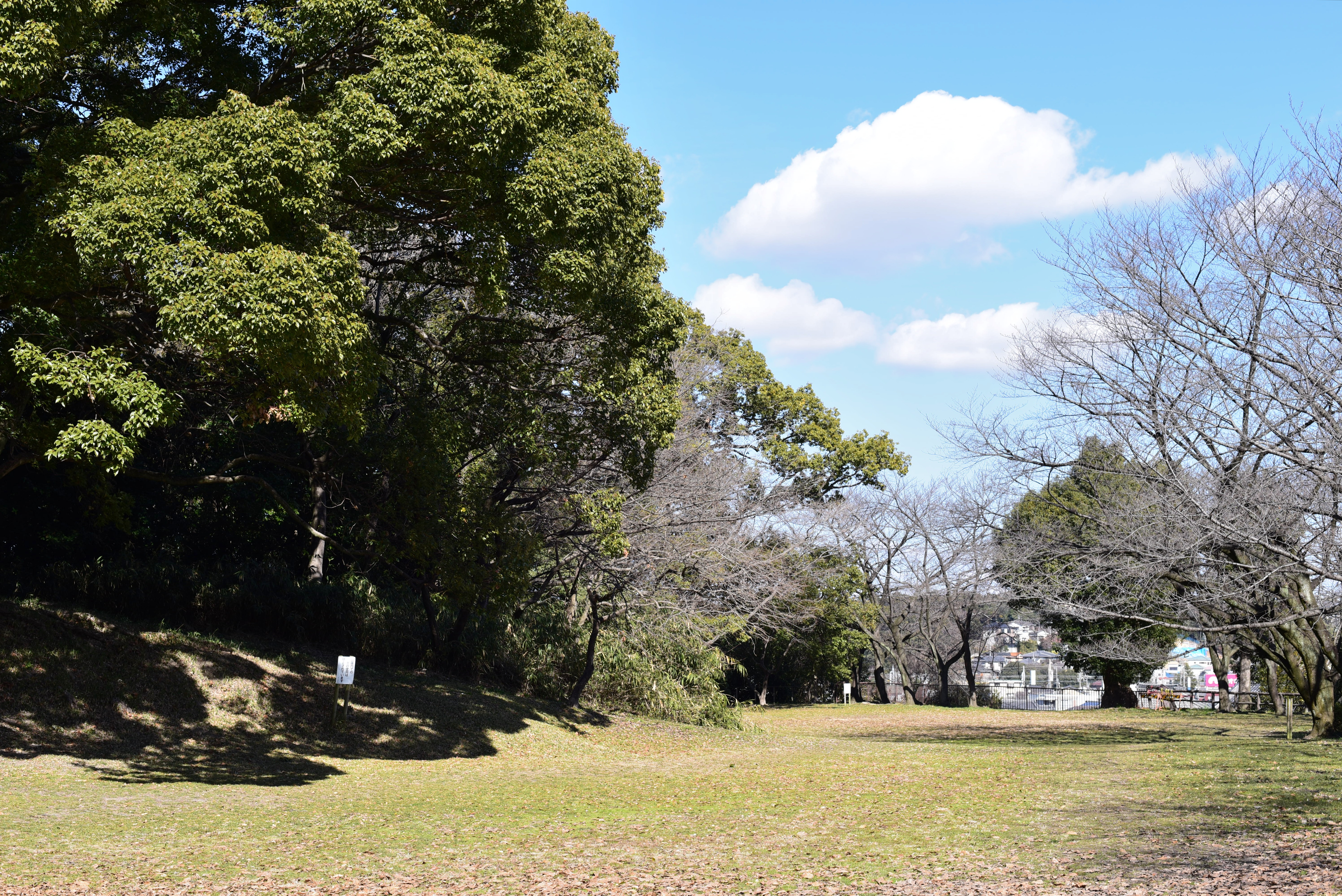
大高城
- 大森城
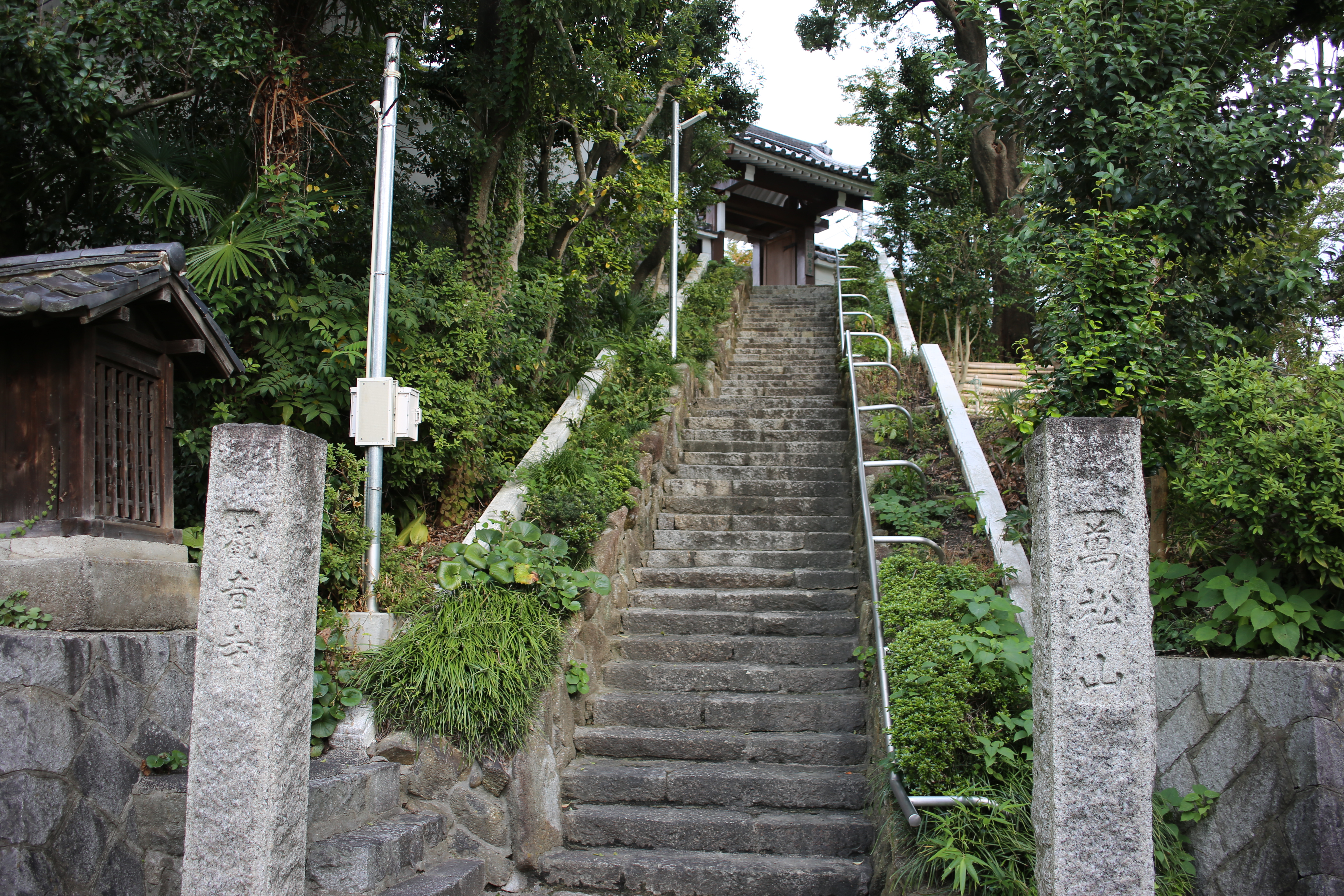
上社城
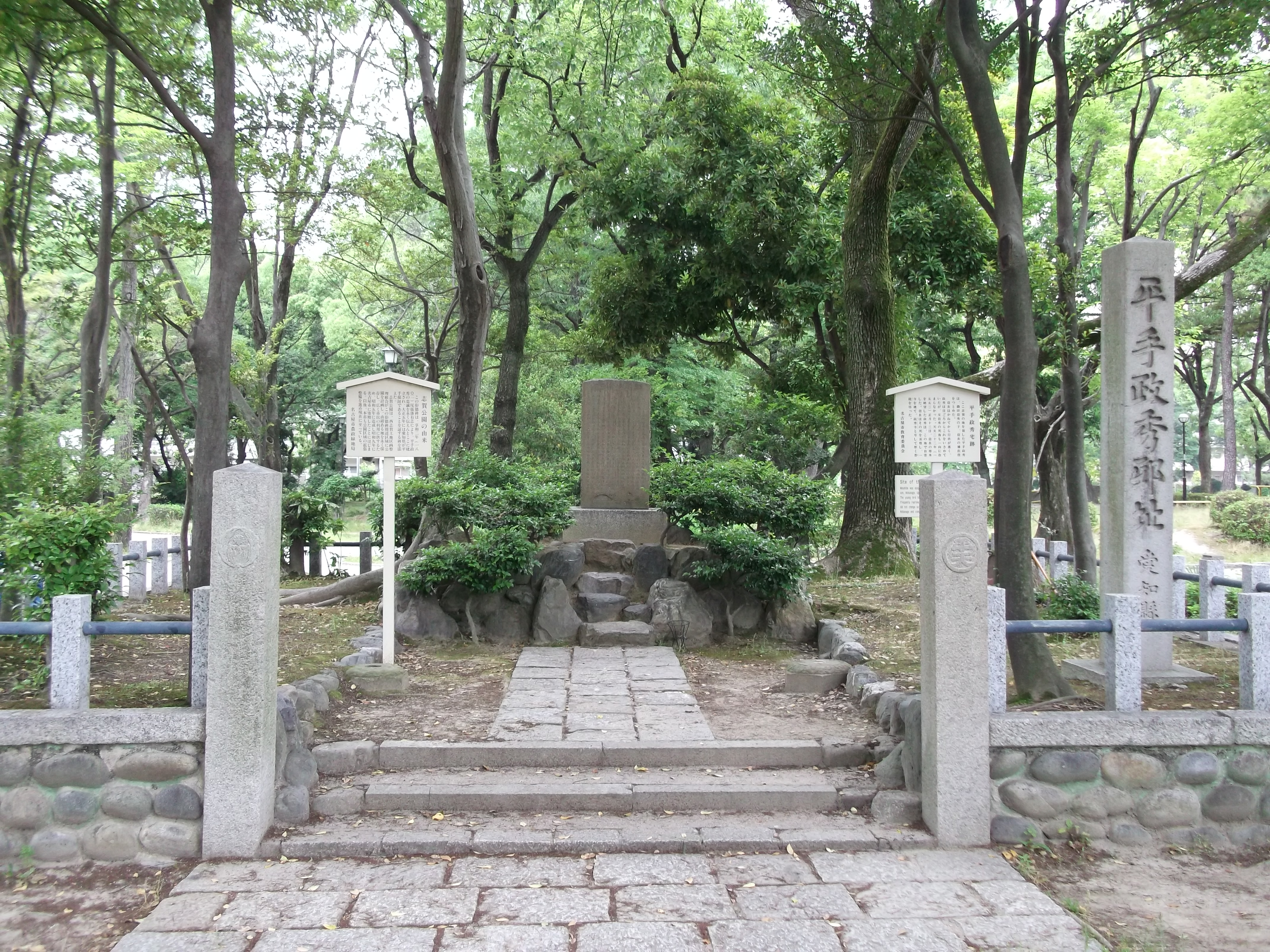
志賀城（平手政秀邸址）

- 川名北城
- 川名南城
- 吉根城
- 志賀城
- 島田城
- 下之一色城
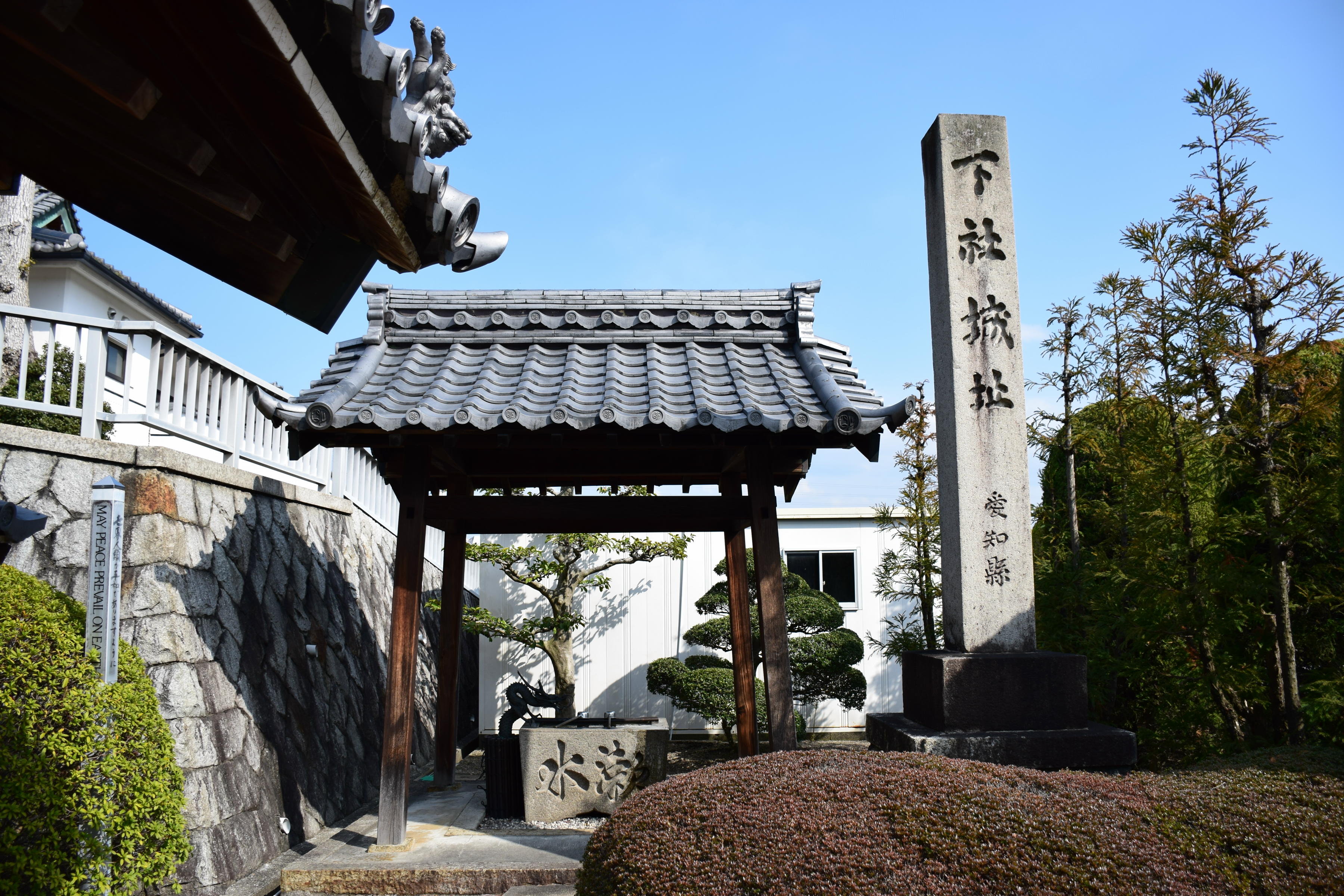
下社城
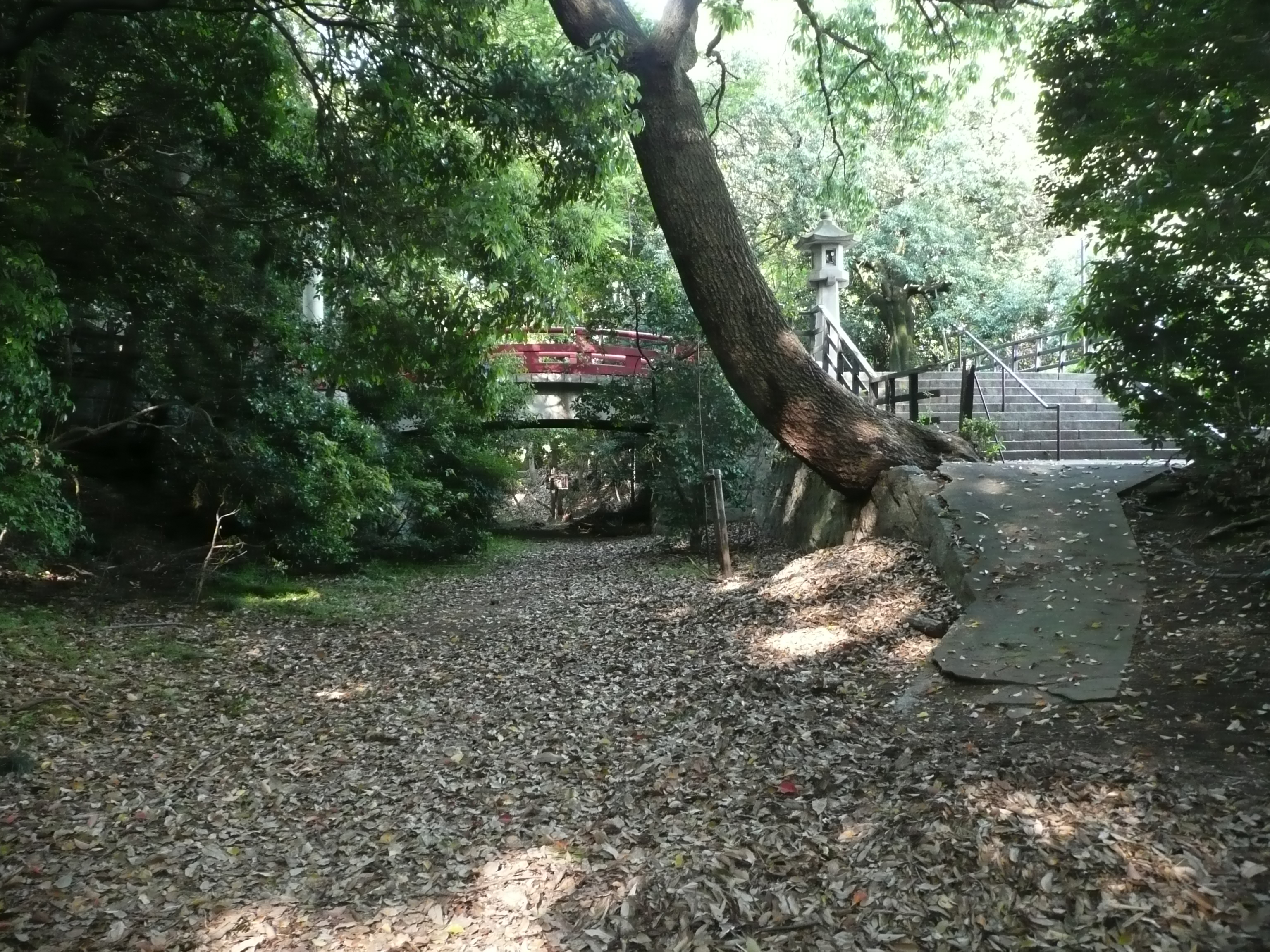
末森城
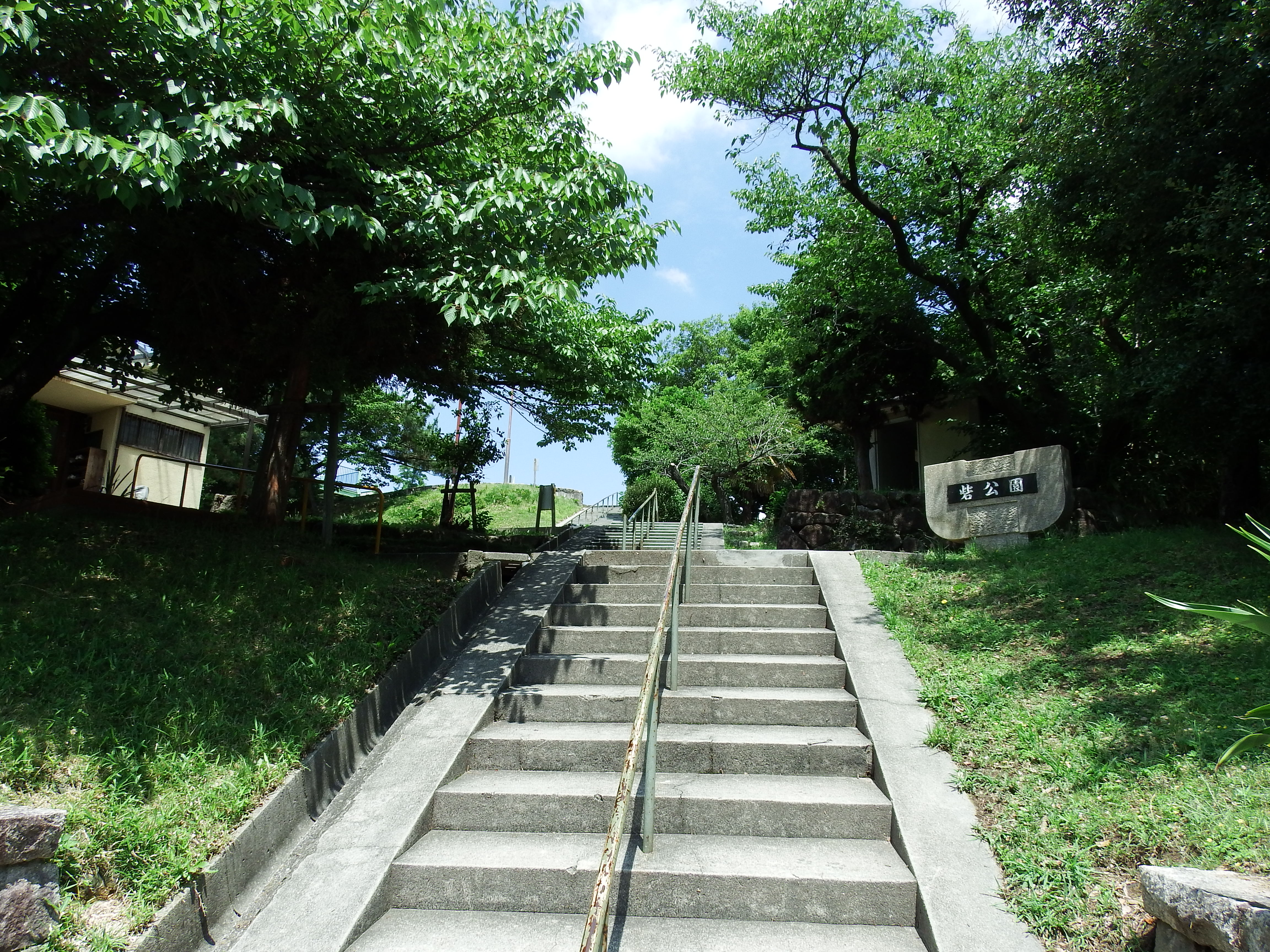
善照寺砦
- 田幡城
- 丹下砦
- 中嶋砦
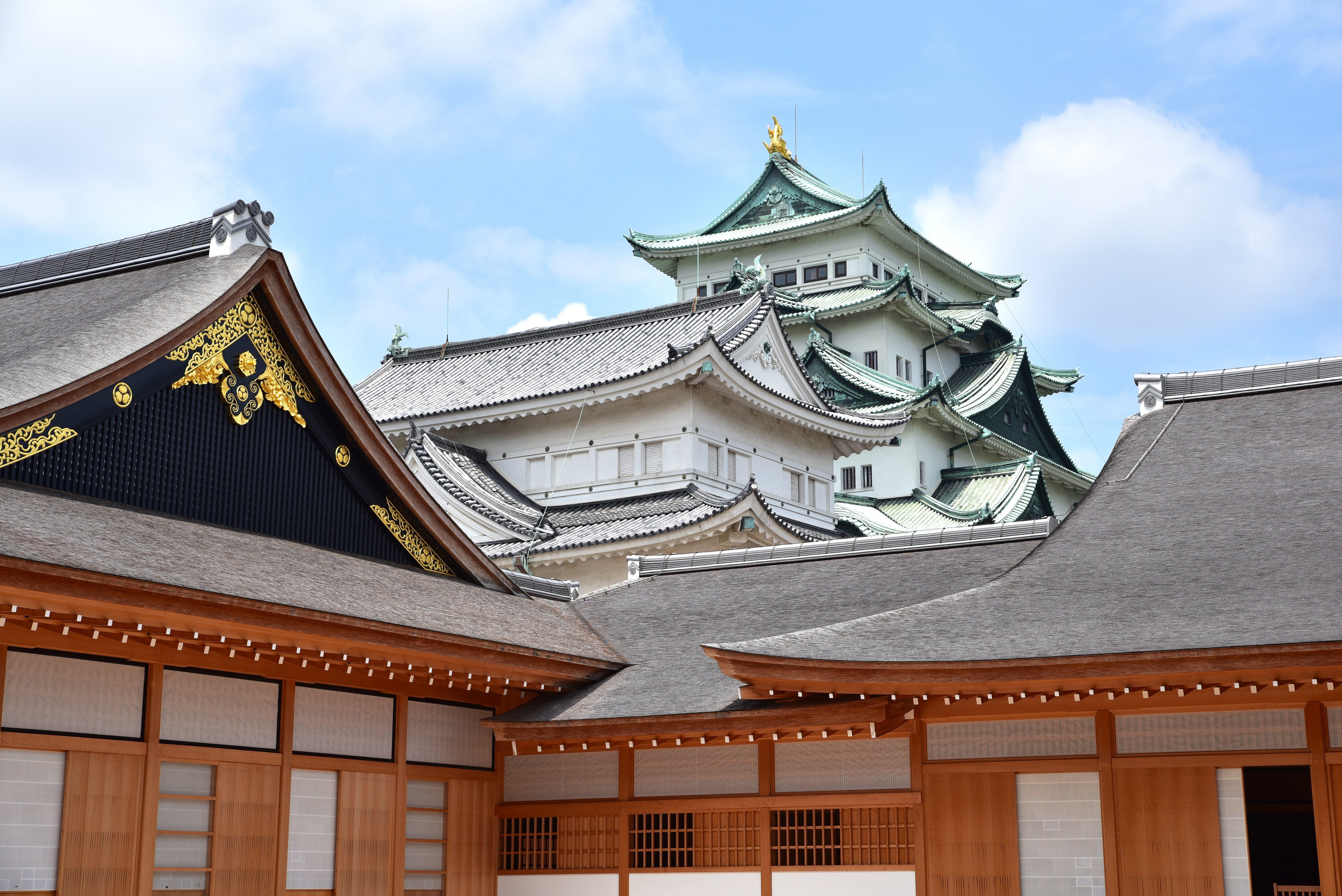
名古屋城
- 那古屋城
- 鳴海城
- 日置城
- 氷上砦
- 比良城
- 平田城
- 古渡城
- 星崎城
- 丸根砦
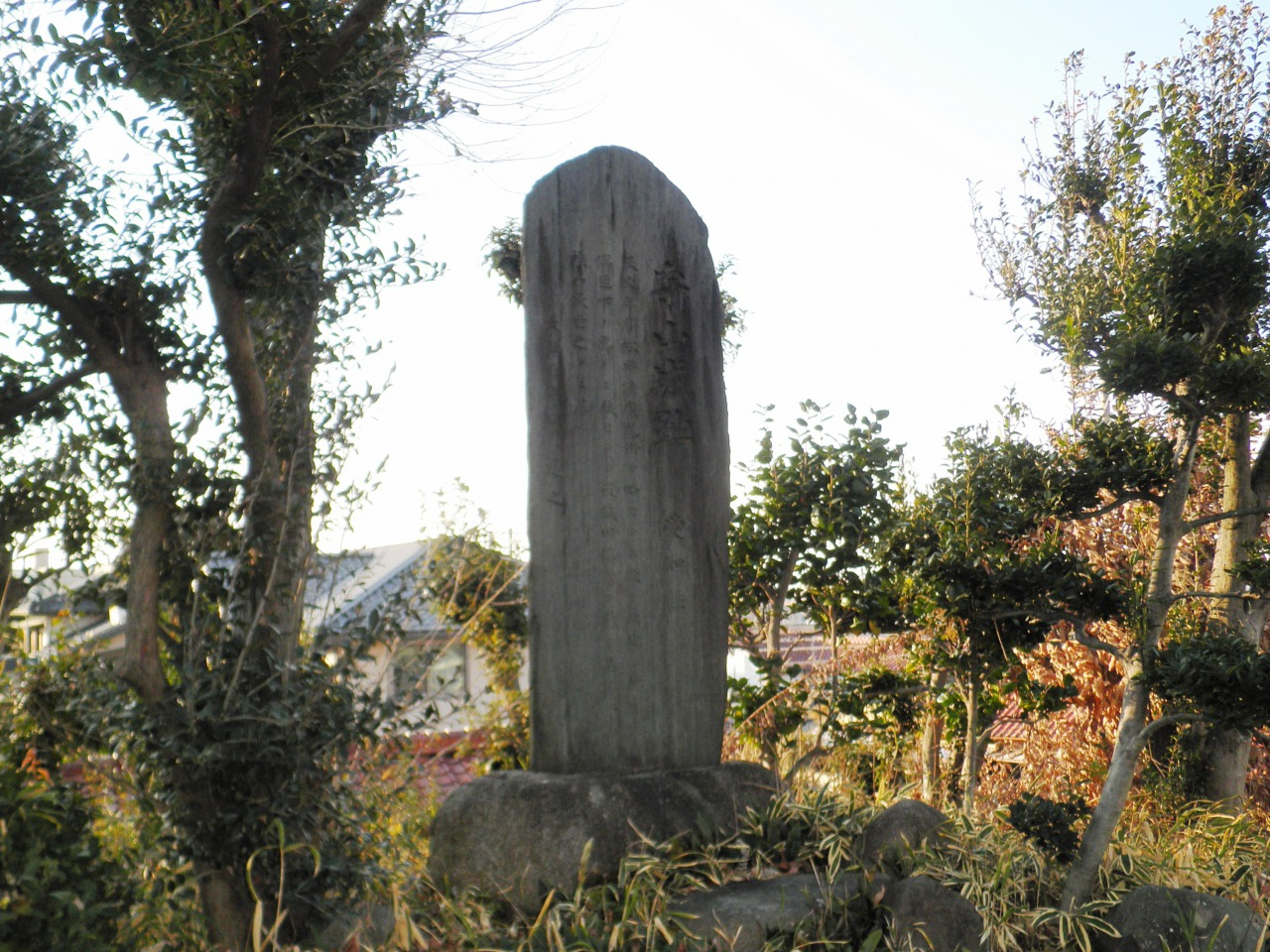
守山城
- 吉野城
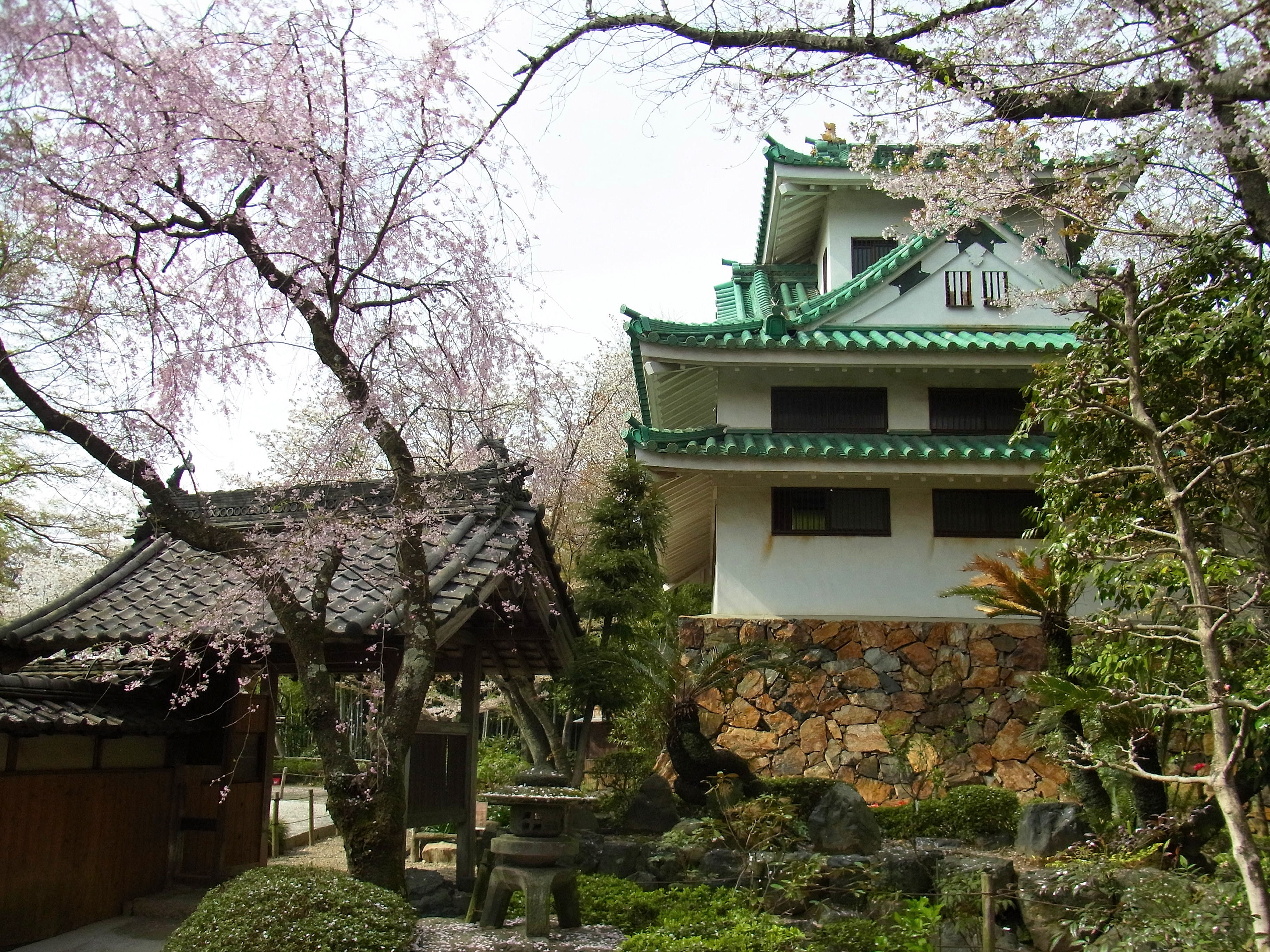
龍泉寺城
- 鷲津砦

- 大高城
- 上社城
- 志賀城（平手政秀邸址）
- 下社城
- 末森城
- 善照寺砦
- 名古屋城
- 守山城
- 龍泉寺城

神社
- 熱田神宮
- 愛知縣護國神社
- 豊国神社
- 味鋺神社
- 有松天満社
- 伊奴神社
- 上野天満宮
- 桜天神社
- 桶狭間神明社
- 尾張戸神社
- 勝手社
- 川原神社
- 闇之森八幡社
- 御器所八幡宮
- 下中八幡宮
- 七所社
- 蛇池神社
- 城山八幡宮
- 洲崎神社
- 高座結御子神社
- 多奈波太神社
- 築地神社
- 富部神社
- 那古野神社
- 名古屋東照宮
- 成海神社
- 鳴海八幡宮
- 針名神社
- 日置神社
- 氷上姉子神社
- 羊神社
- 尾陽神社
- 星宮社
- 山田天満宮
- 若宮八幡社
- 別小江神社

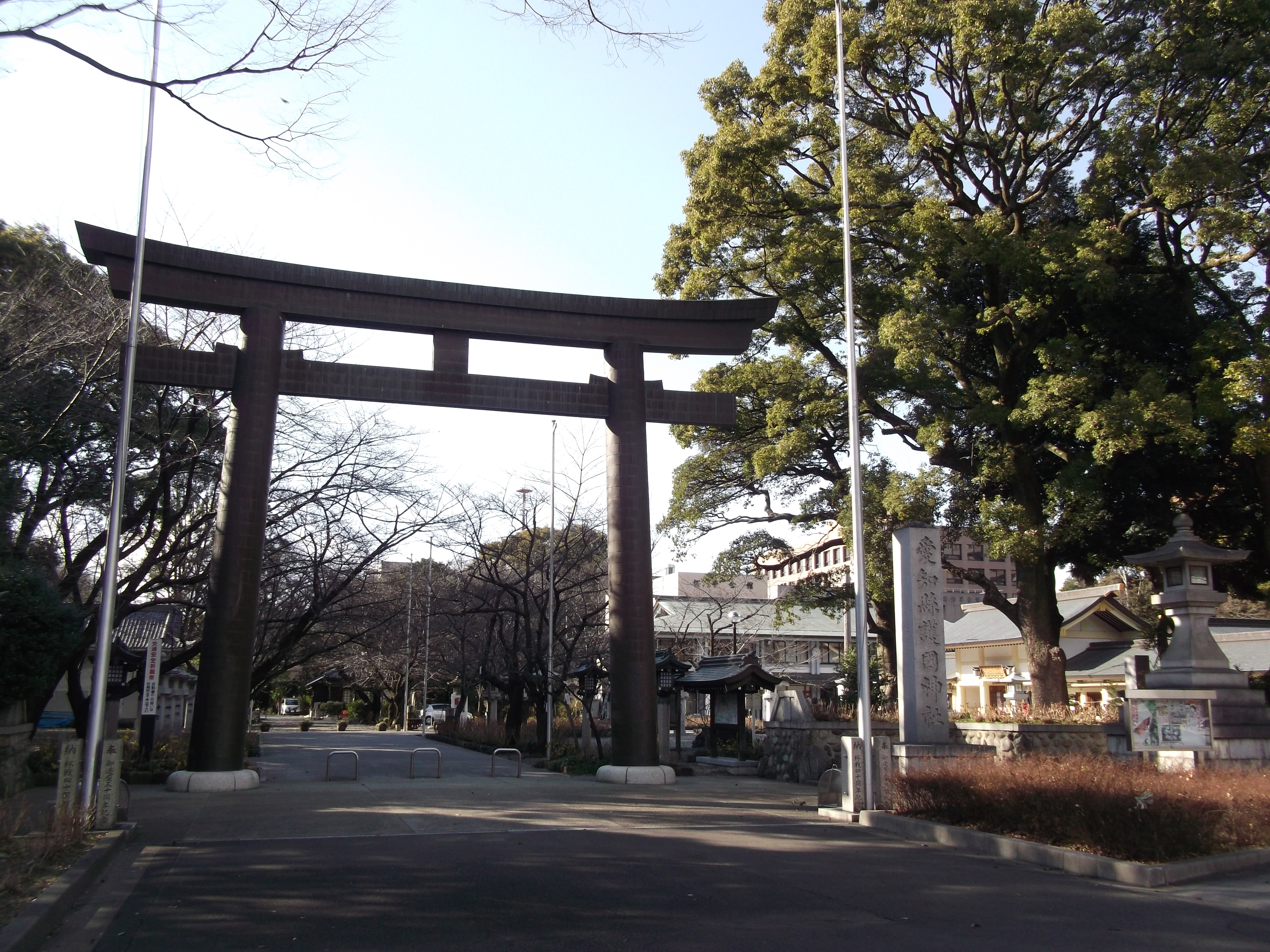
愛知縣護國神社
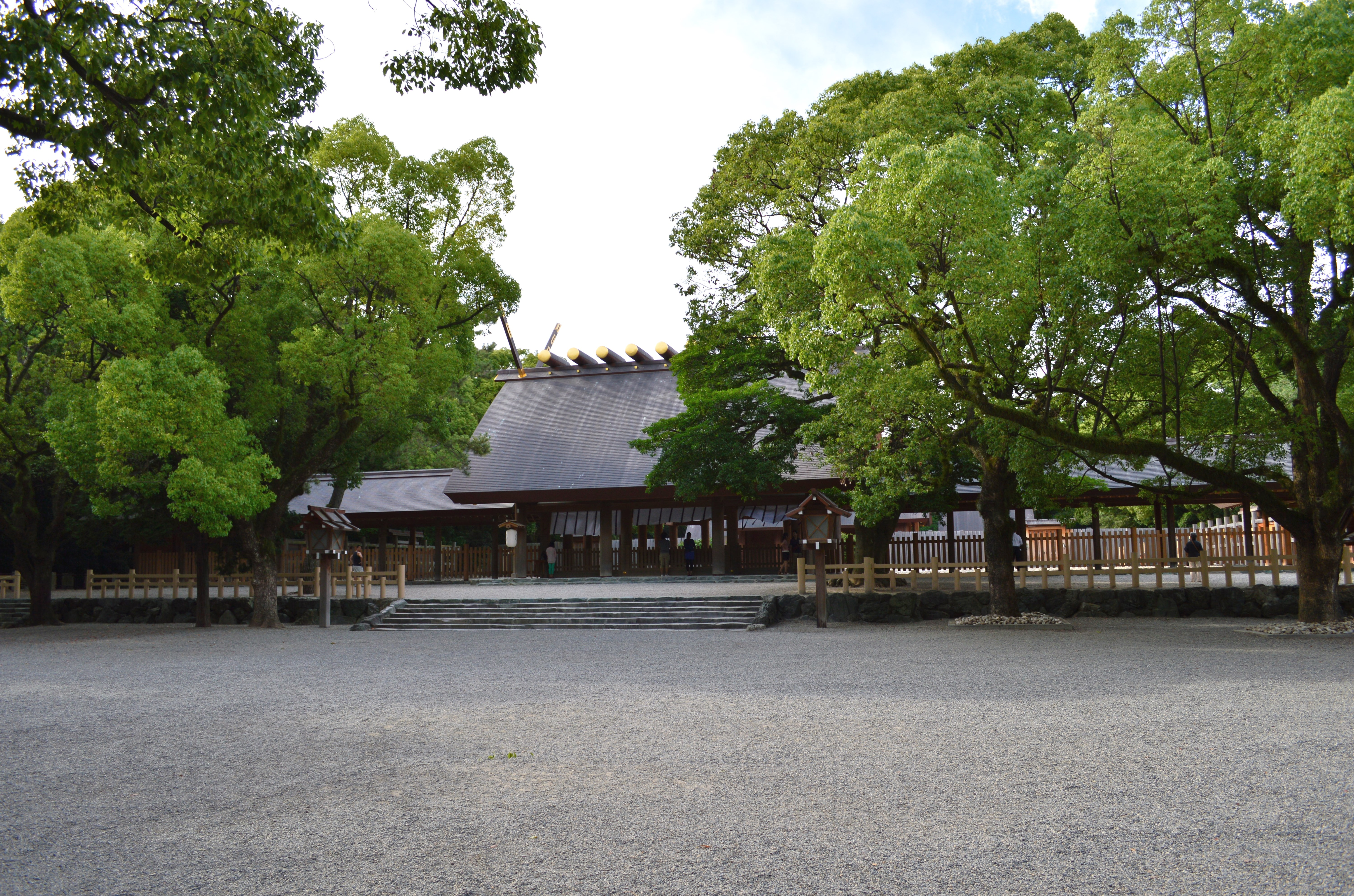
熱田神宮
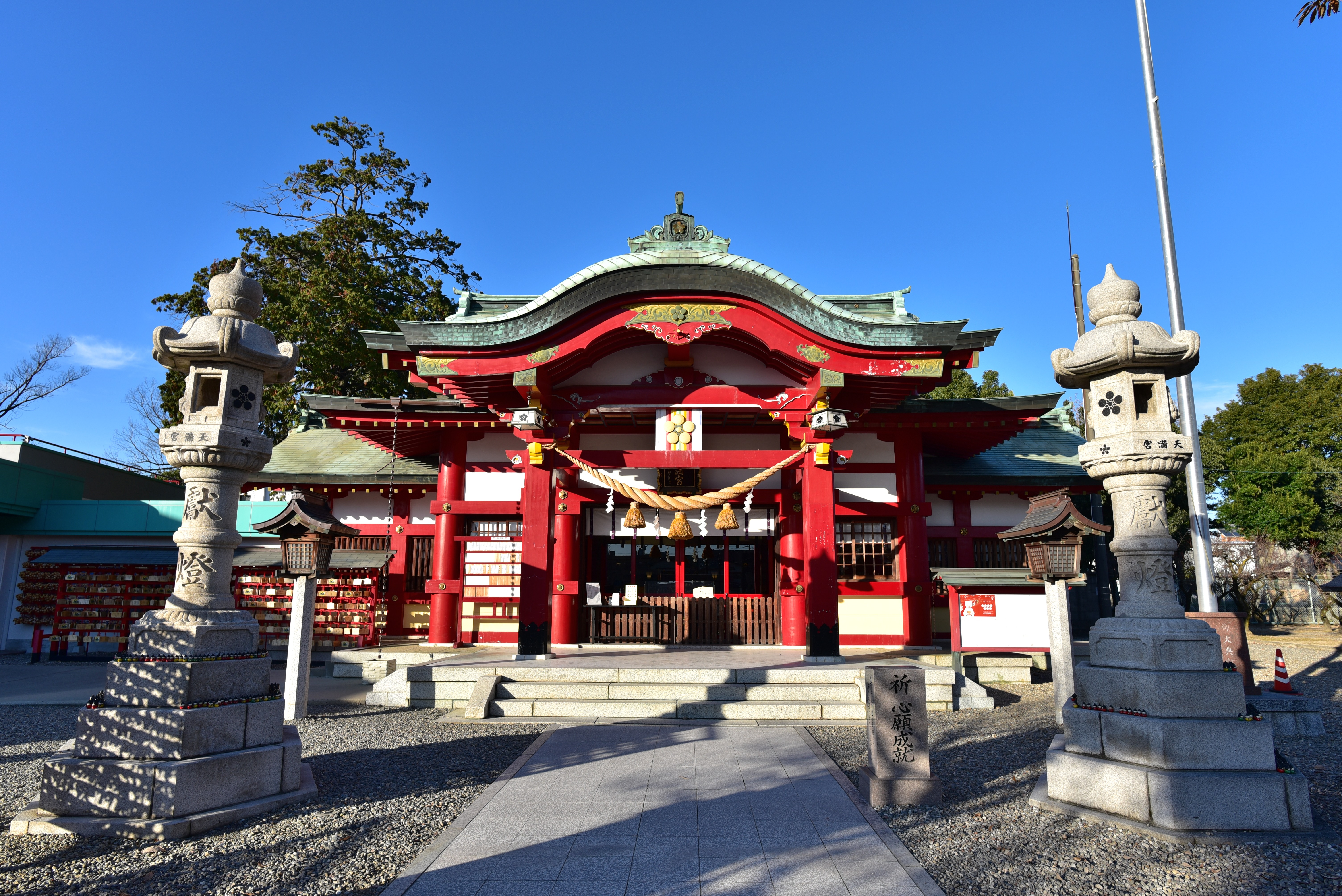
上野天満宮
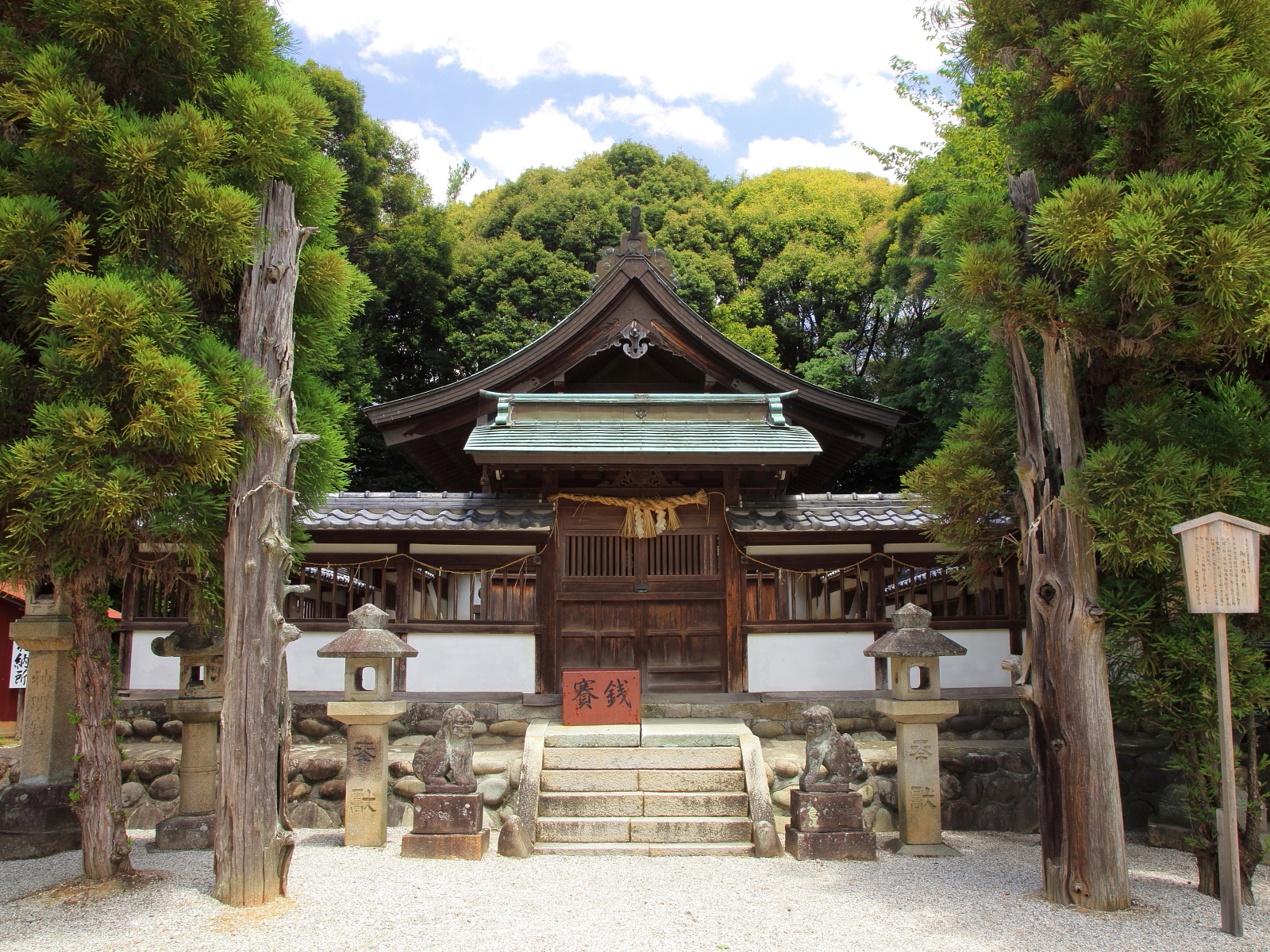
桶狭間神明社
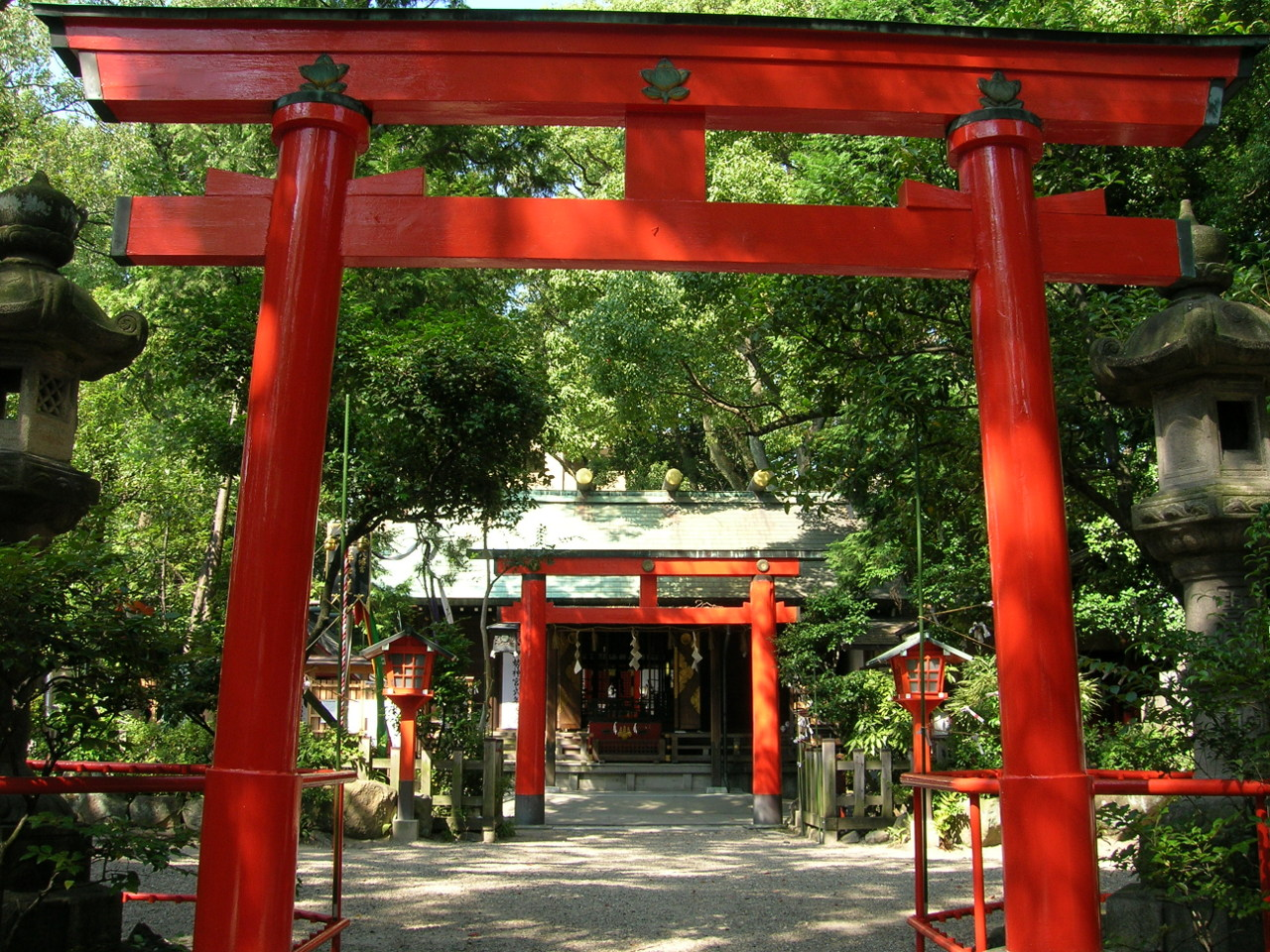
御器所八幡宮
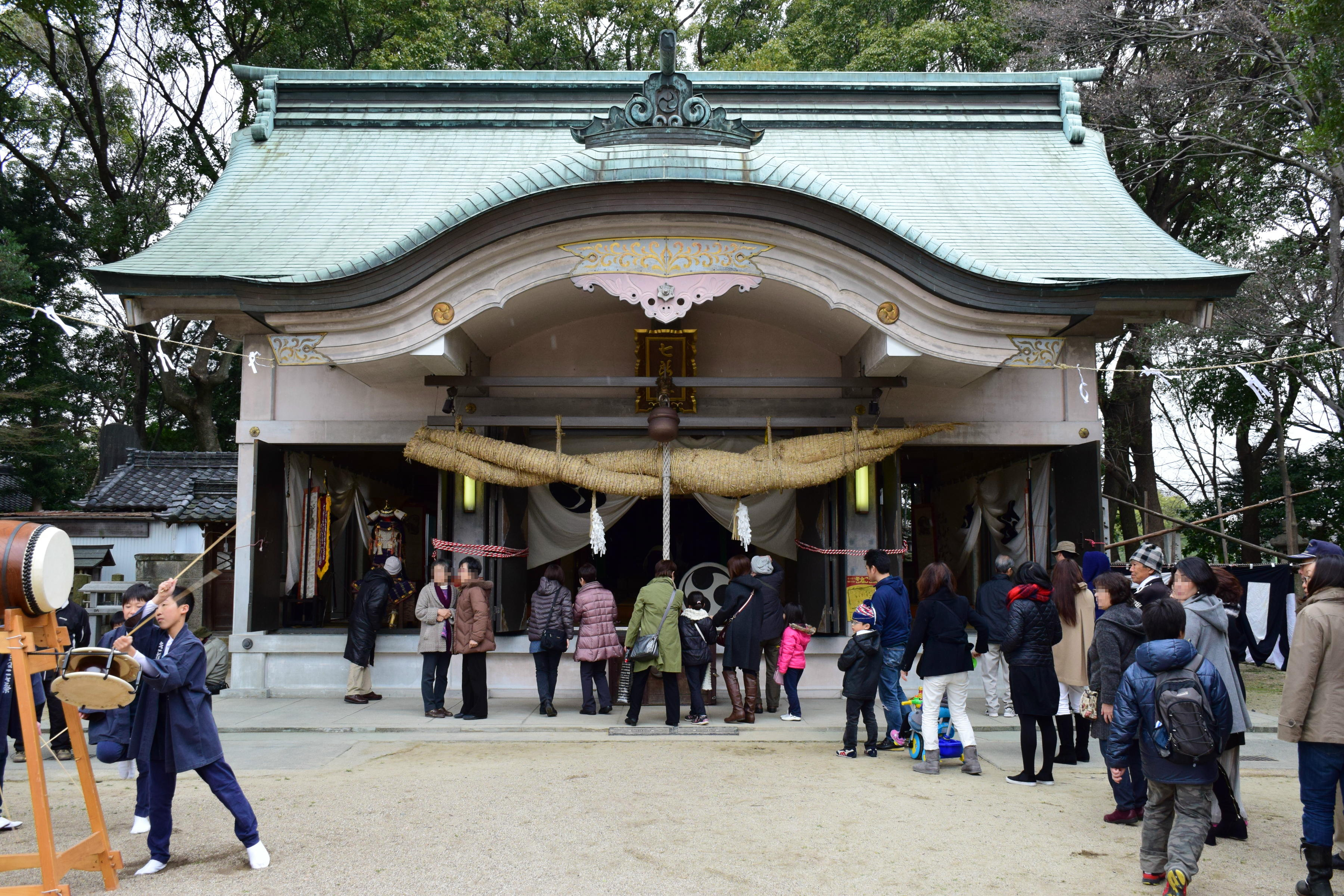
七所社
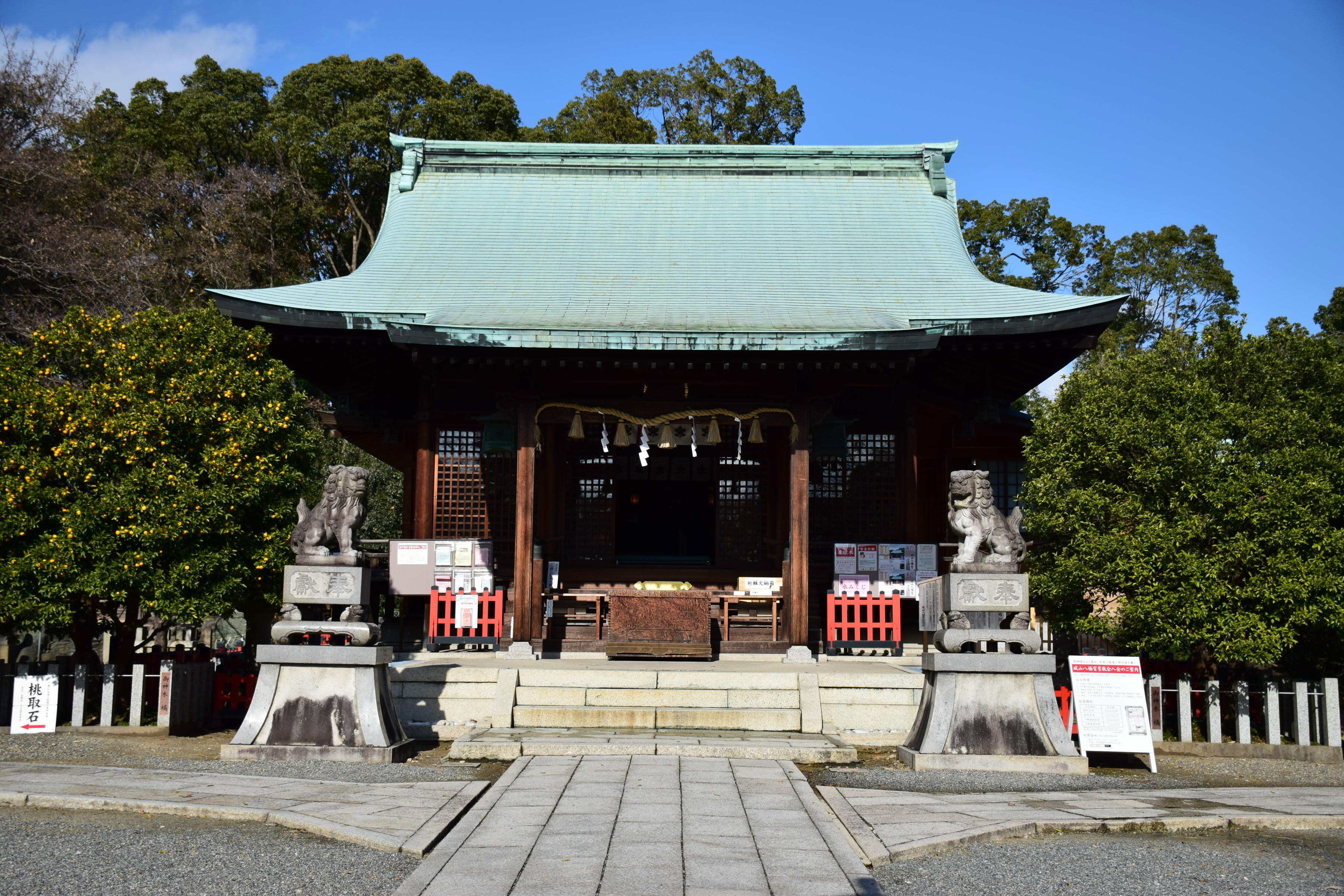
城山八幡宮
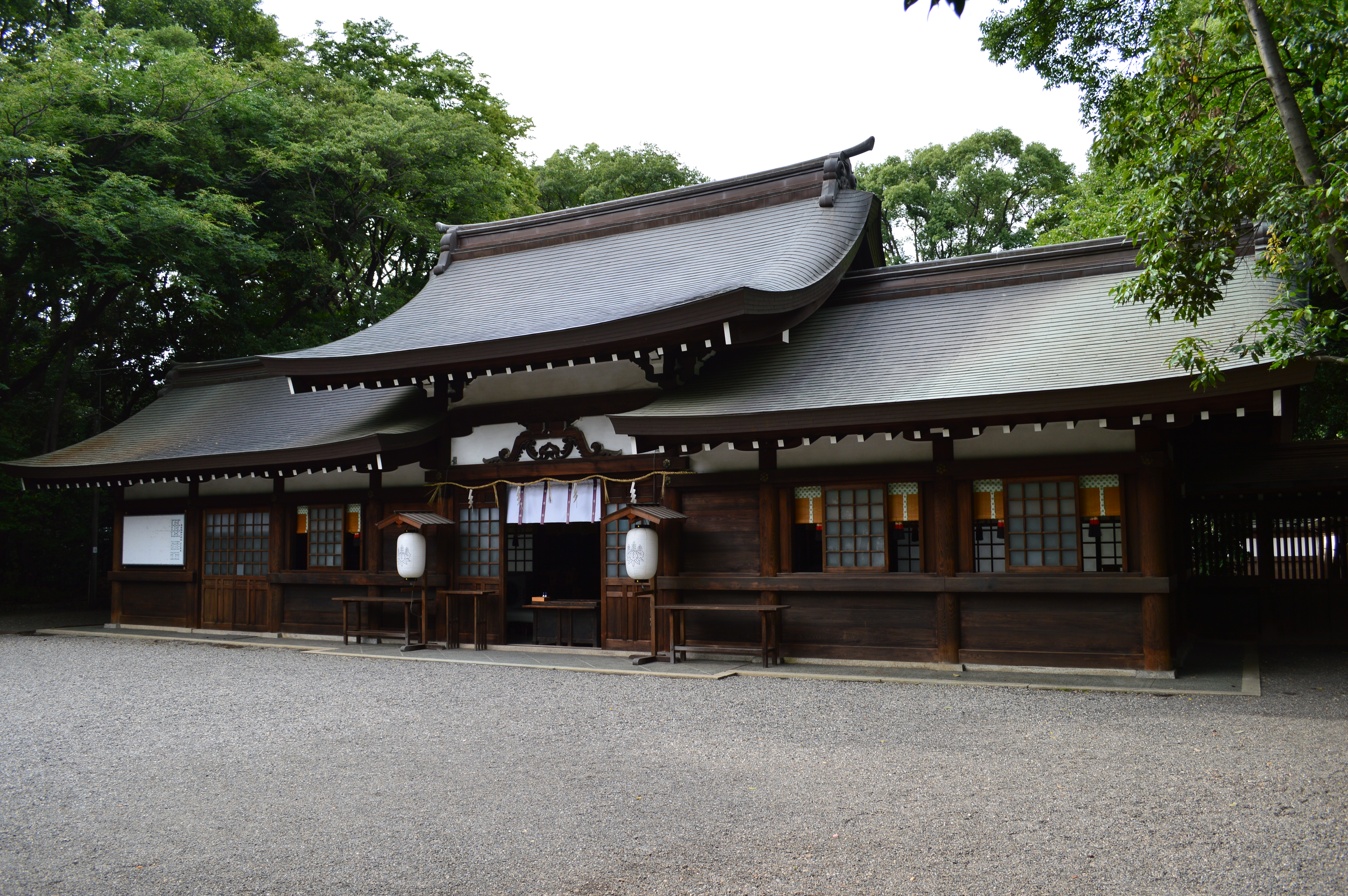
高座結御子神社
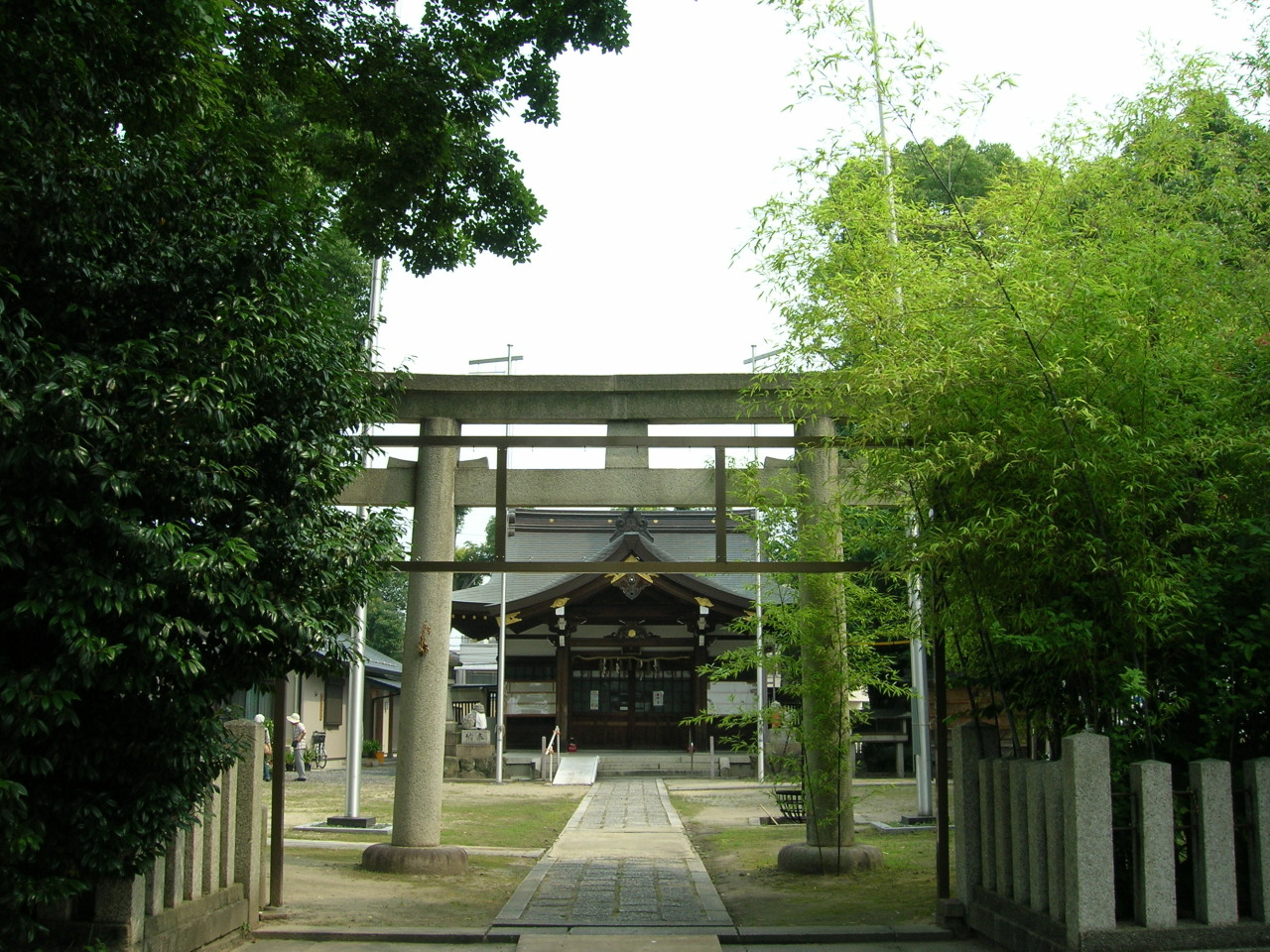
多奈波太神社
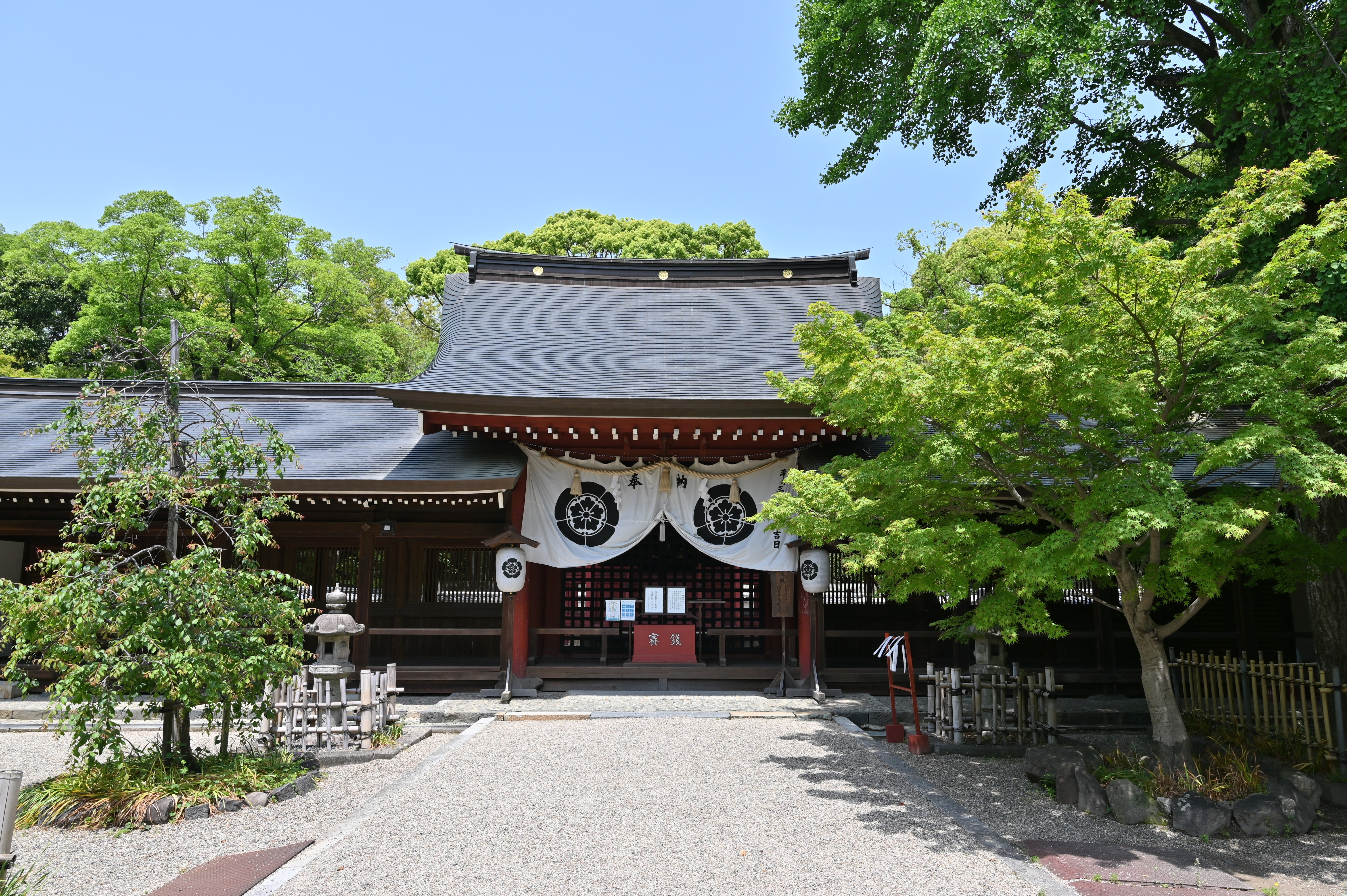
富部神社
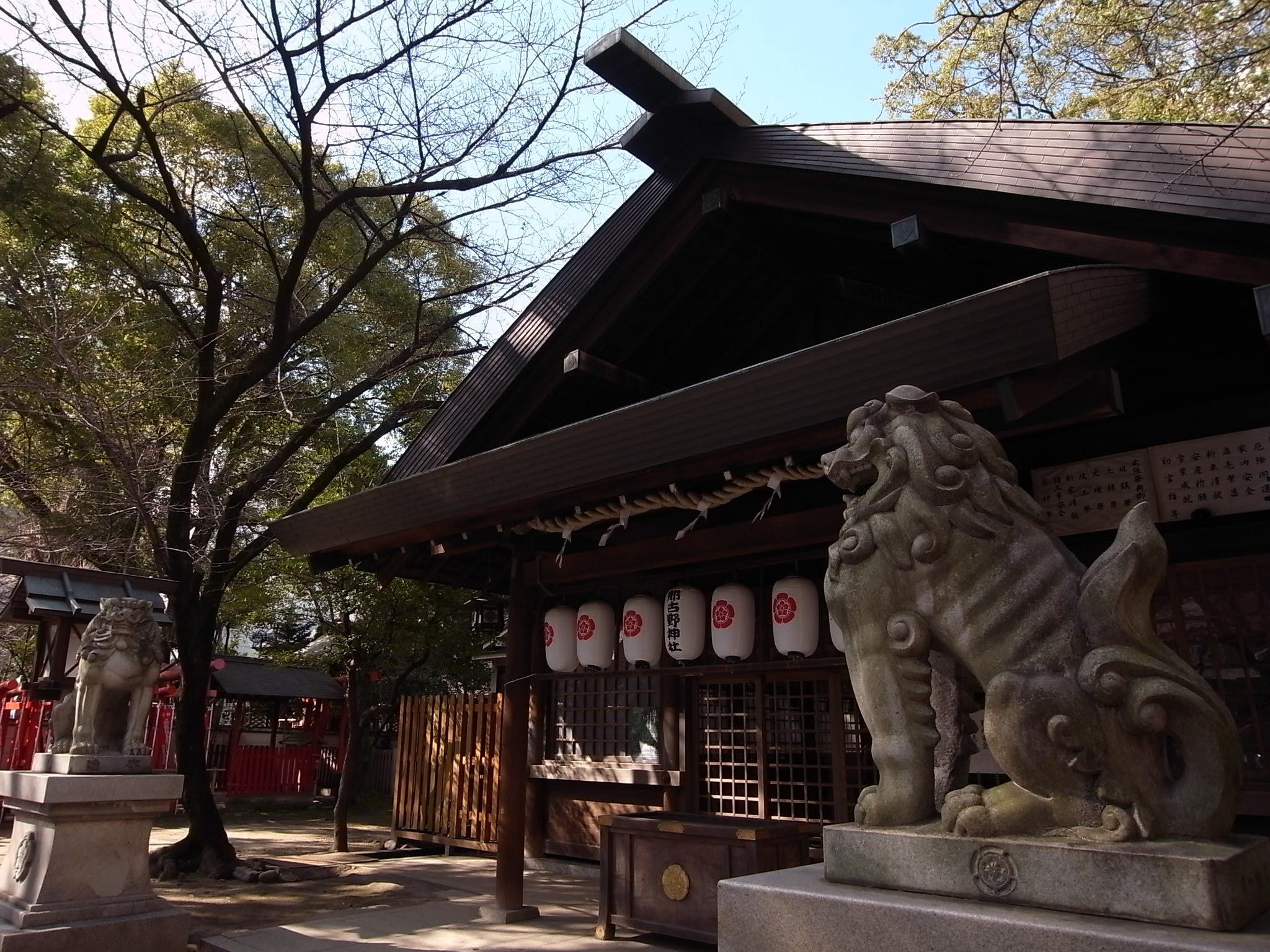
那古野神社
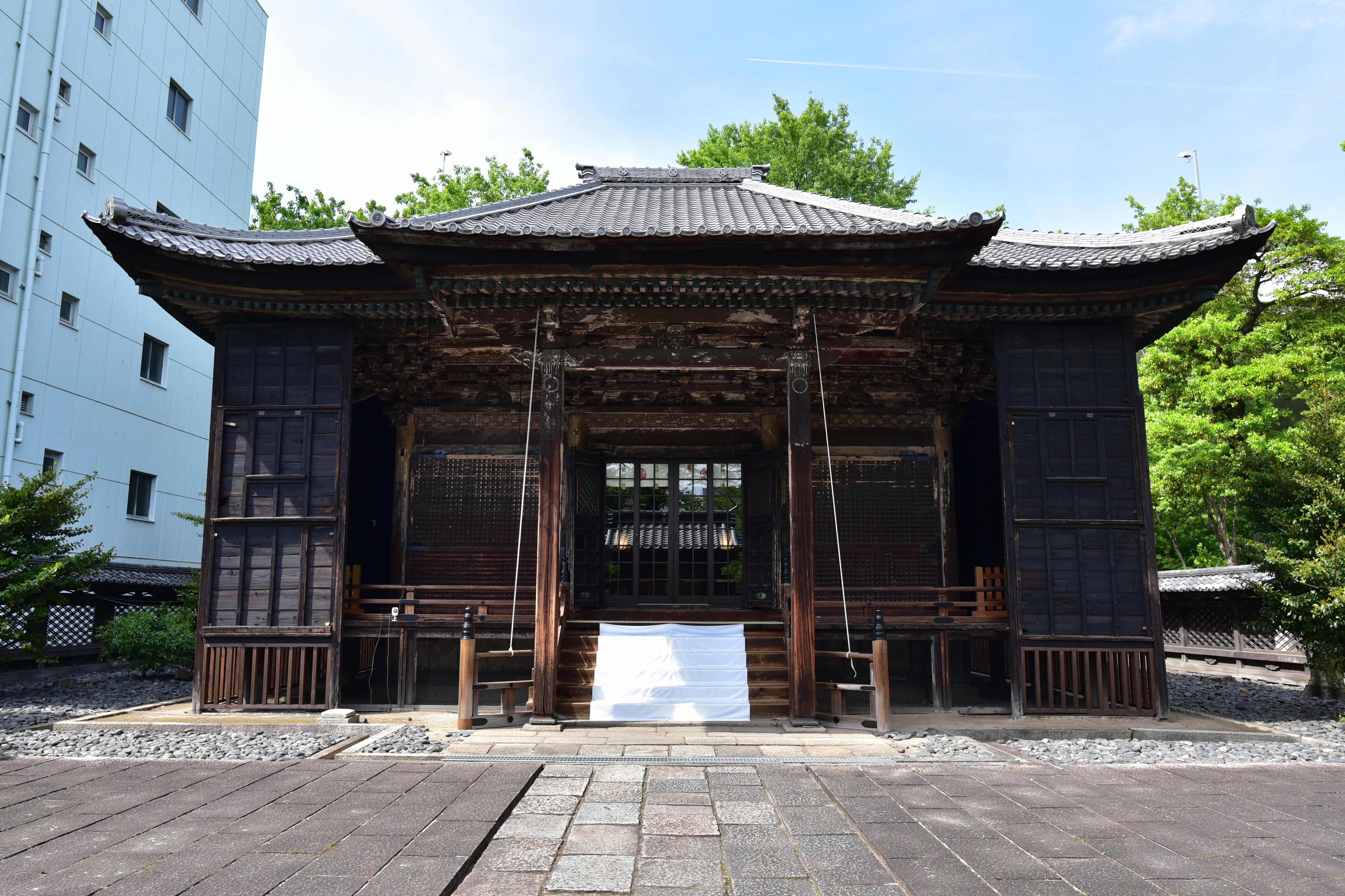
名古屋東照宮
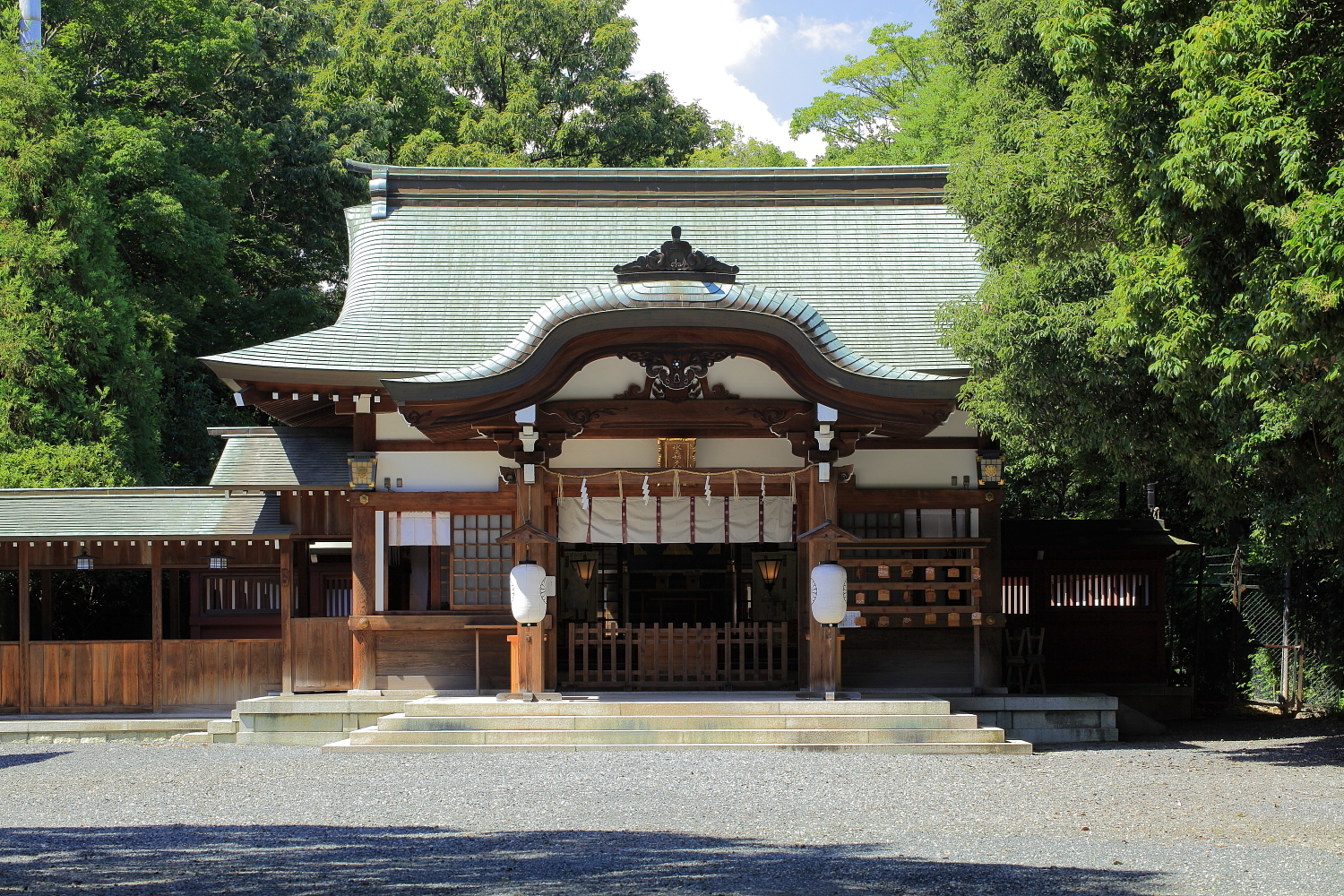
氷上姉子神社
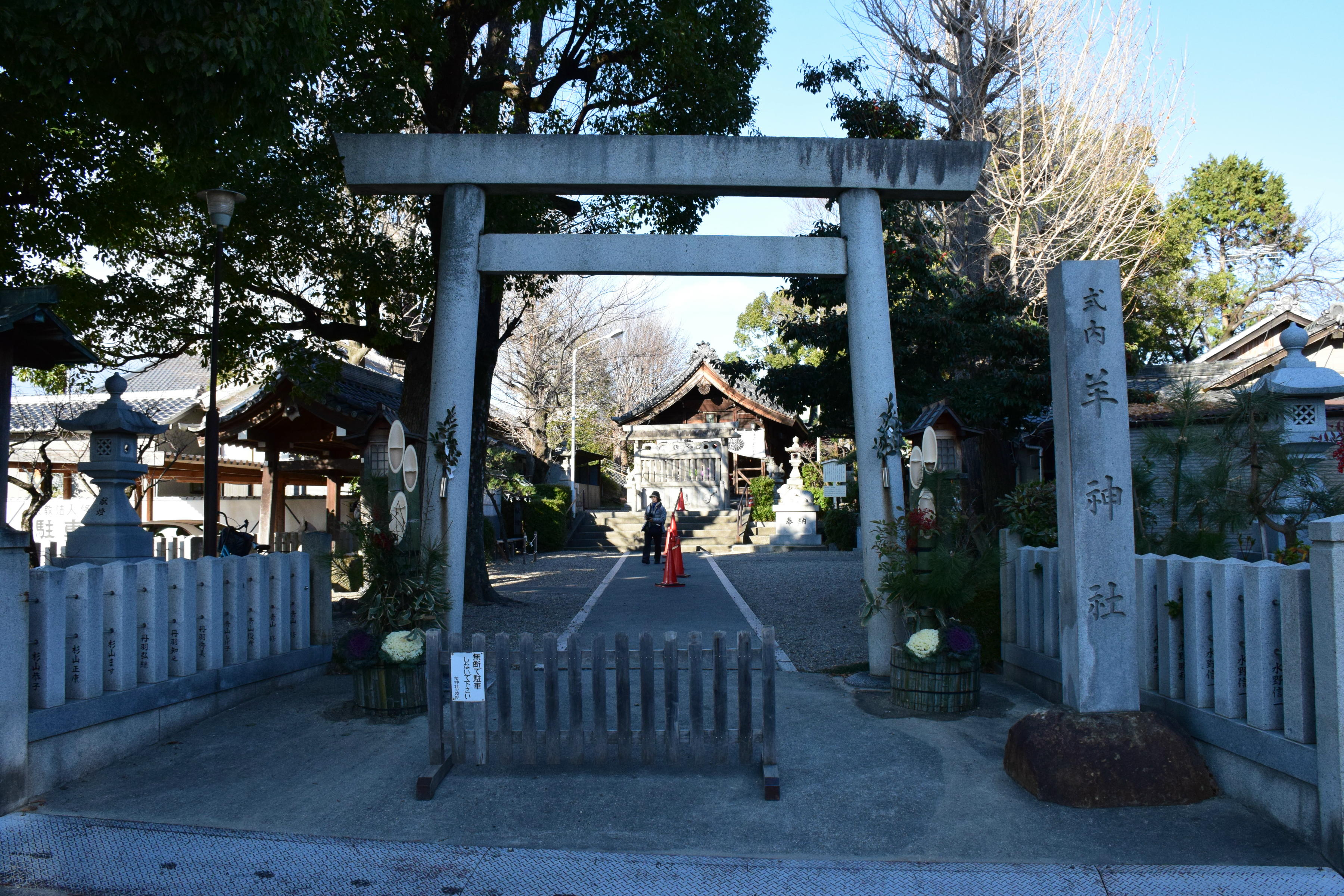
羊神社
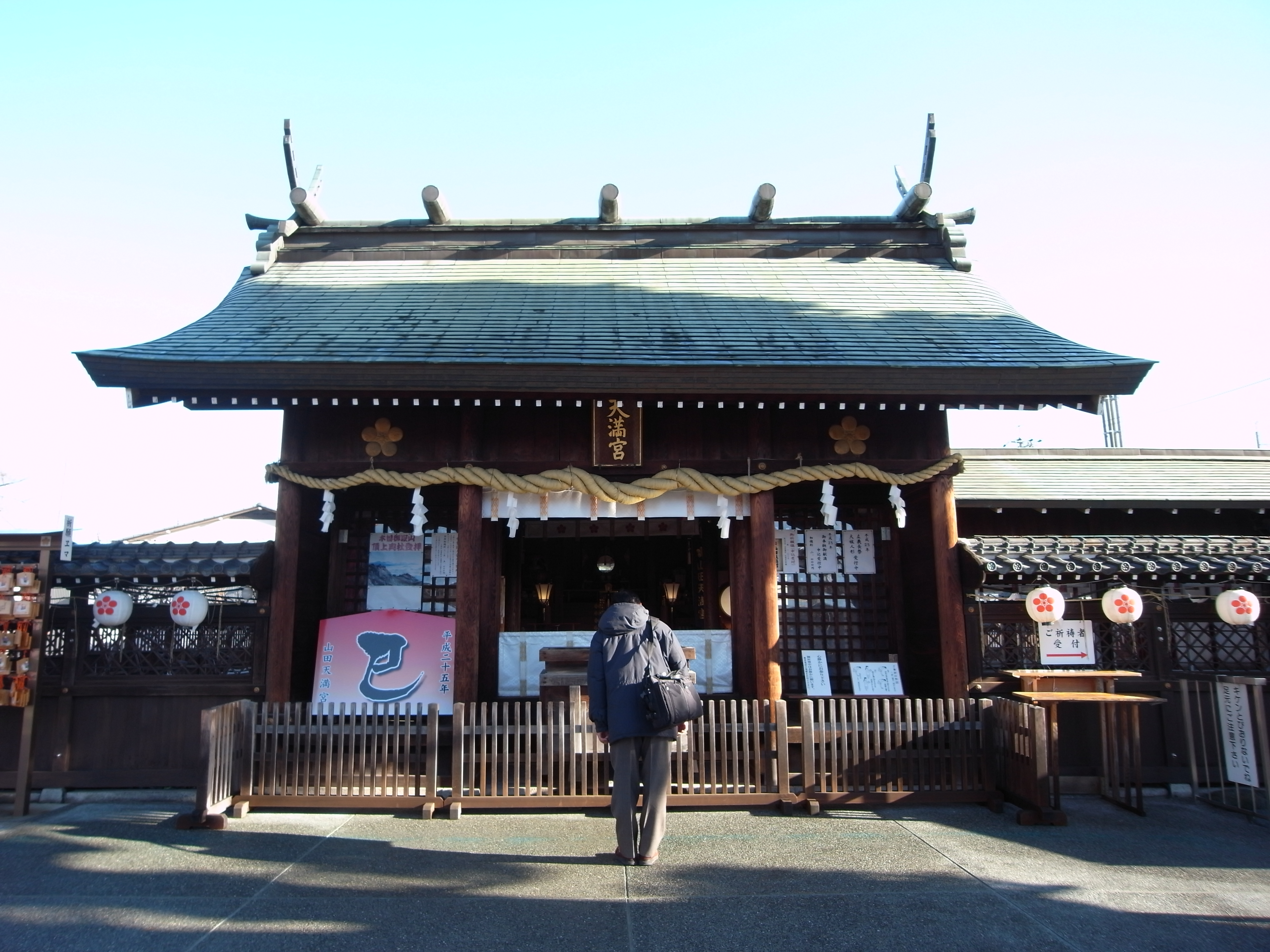
山田天満宮

寺院
- 荒子観音 - 尾張四観音、尾張三十三観音霊場 第12番
- 栄国寺
- 円通寺
- 圓頓寺
- 円福寺
- 大須観音 - 尾張三十三観音霊場 第1番
- 笠寺観音（笠覆寺） - 尾張四観音、尾張三十三観音霊場 第3番
- 久国寺 - 尾張三十三観音霊場 第29番
- 建中寺
- 興正寺 - 尾張三十三観音霊場 第33番
- 香積院
- 光通寺
- 慈眼寺
- 常泉寺
- 聖徳寺
- 神宮寺
- 誓願寺
- 性高院
- 政秀寺
- 善福院 - 尾張三十三観音霊場 第30番
- 相応寺
- 総見寺
- 大森寺
- 鉈薬師
- 長栄寺
- 長栄寺 - 尾張三十三観音霊場 第2番
- 長福寺
- 長福寺
- 長母寺 - 尾張三十三観音霊場 第28番
- 長楽寺 - 尾張三十三観音霊場 第4番
- 天寧寺
- 桃巌寺
- 東勝寺
- 覚王山日泰寺
- 白林寺
- 万松寺
- 東本願寺名古屋別院（東別院）
- 仏地院 - 尾張三十三観音霊場 第32番
- 辯天寺
- 法持寺
- 本願寺名古屋別院（西別院）
- 前田速念寺
- 萬福院
- 妙行寺
- 明徳寺
- 龍泉寺 - 尾張四観音、尾張三十三観音霊場 第25番
- 凌雲寺
- 蓮教寺

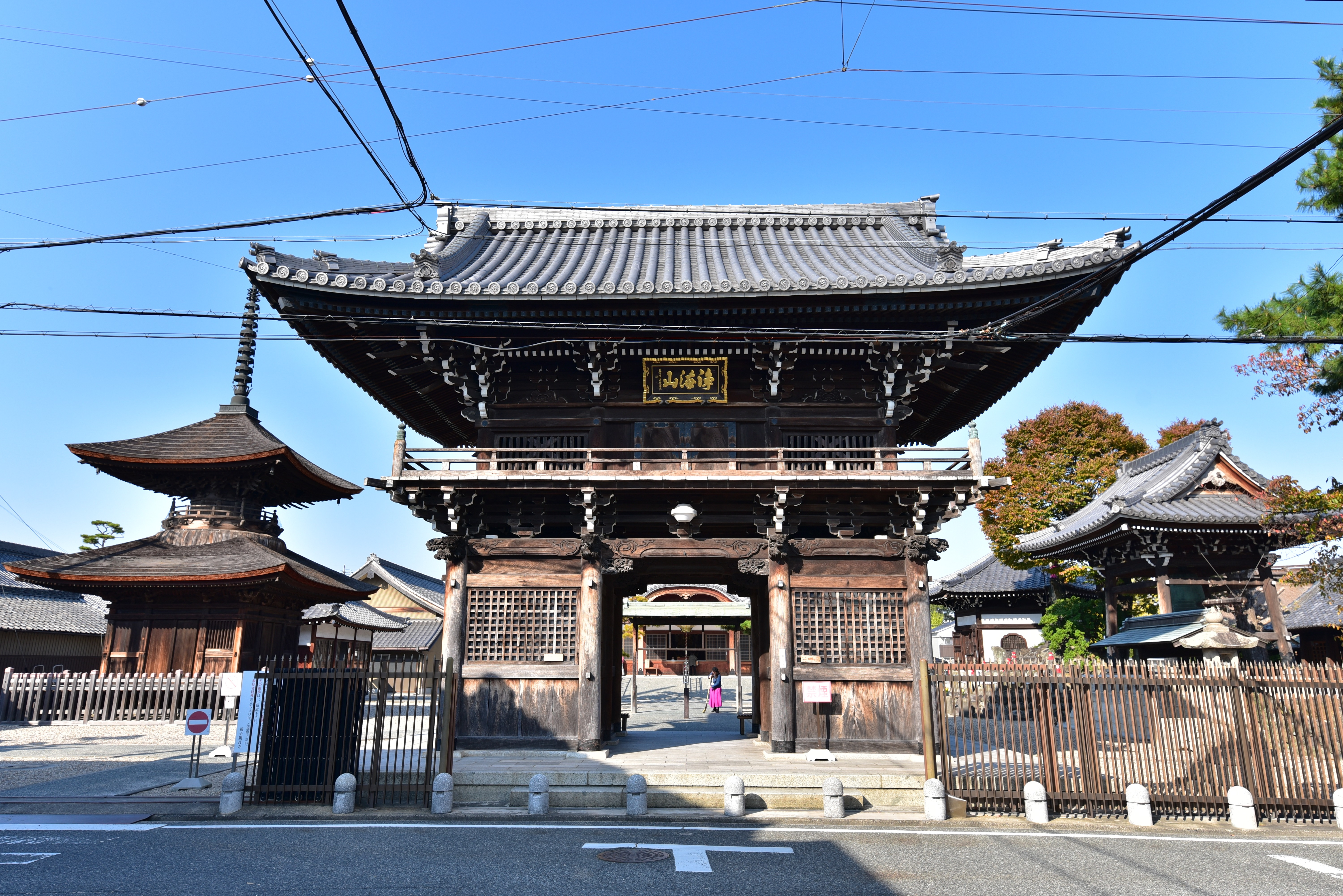
荒子観音
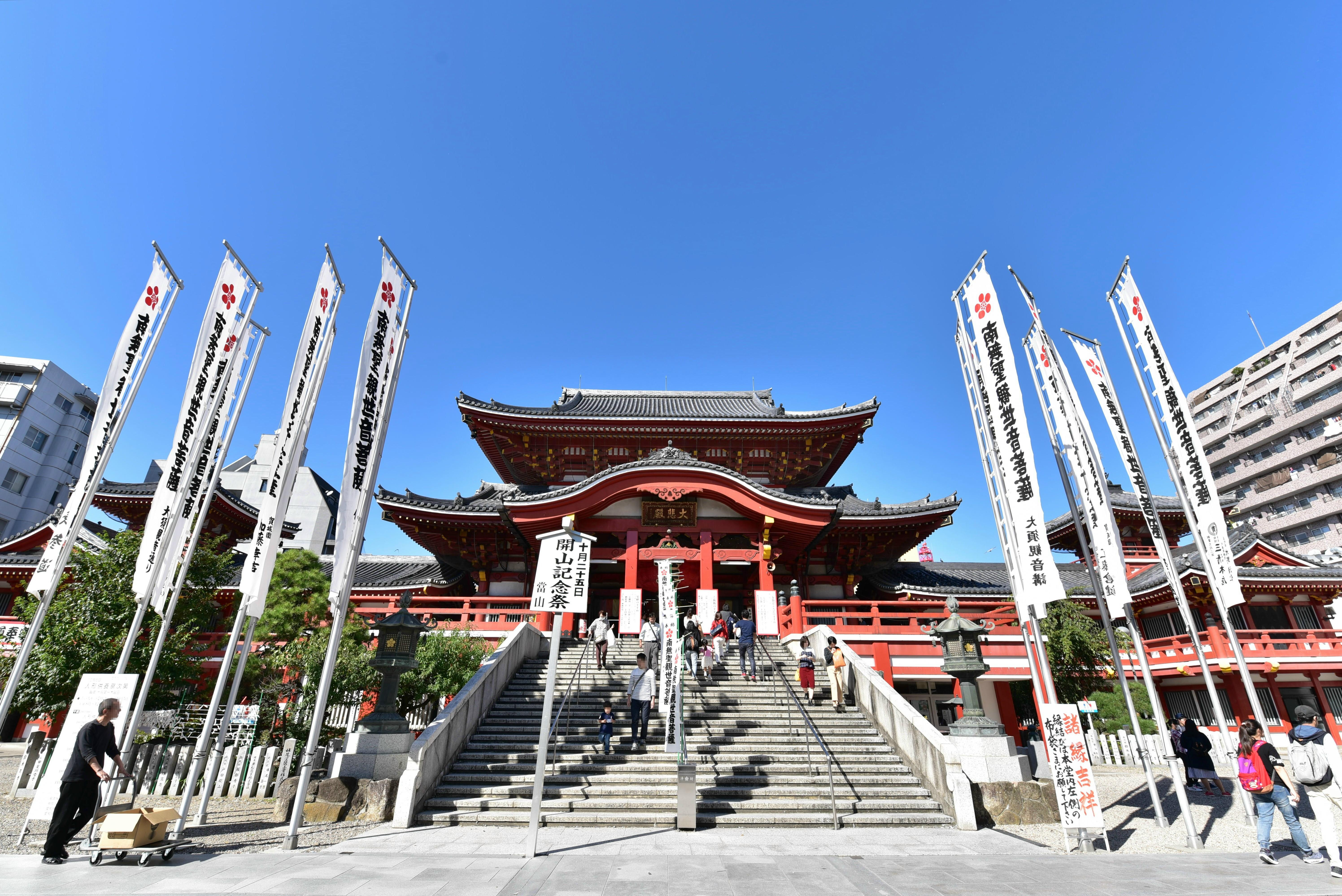
大須観音
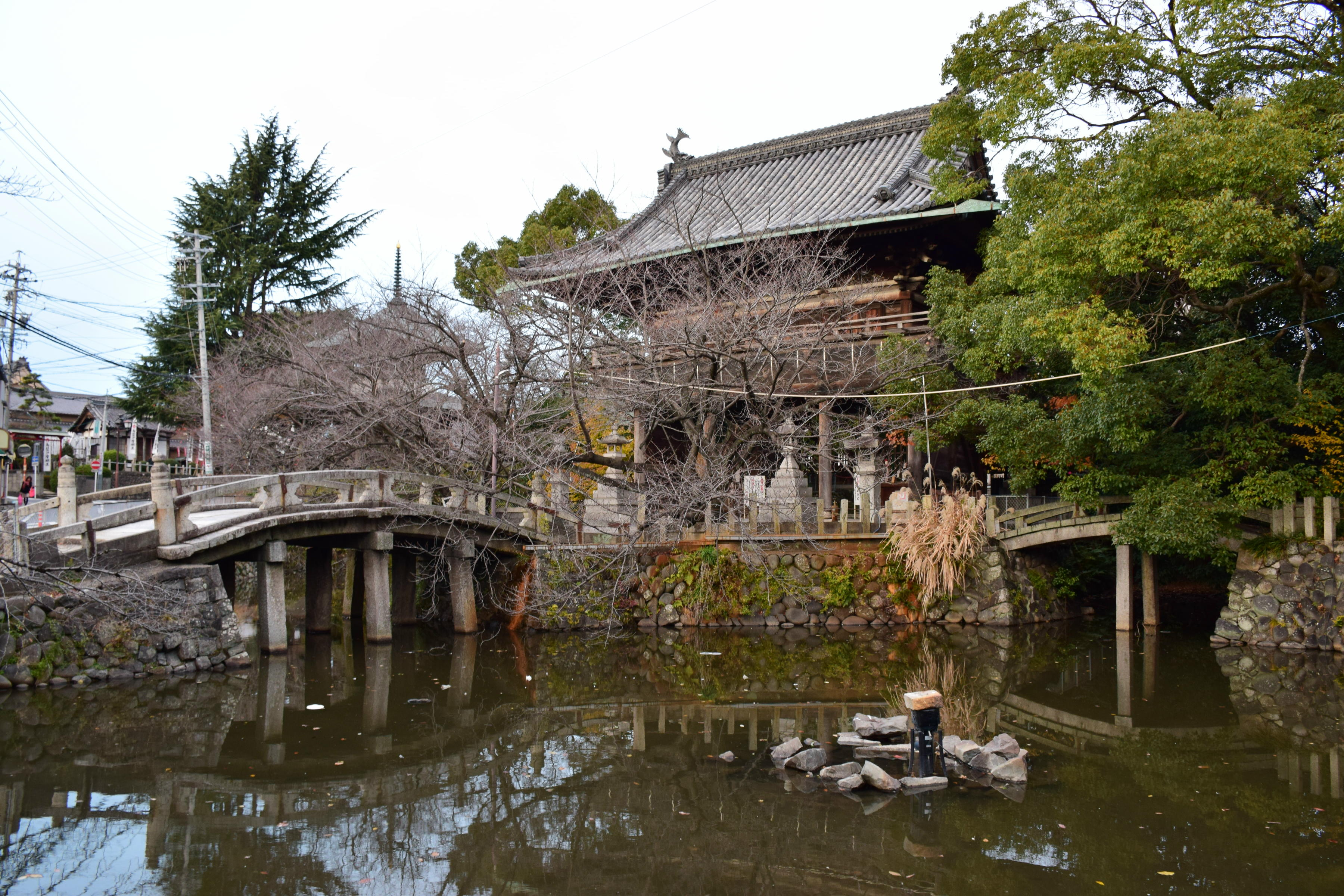
笠寺観音（笠覆寺）
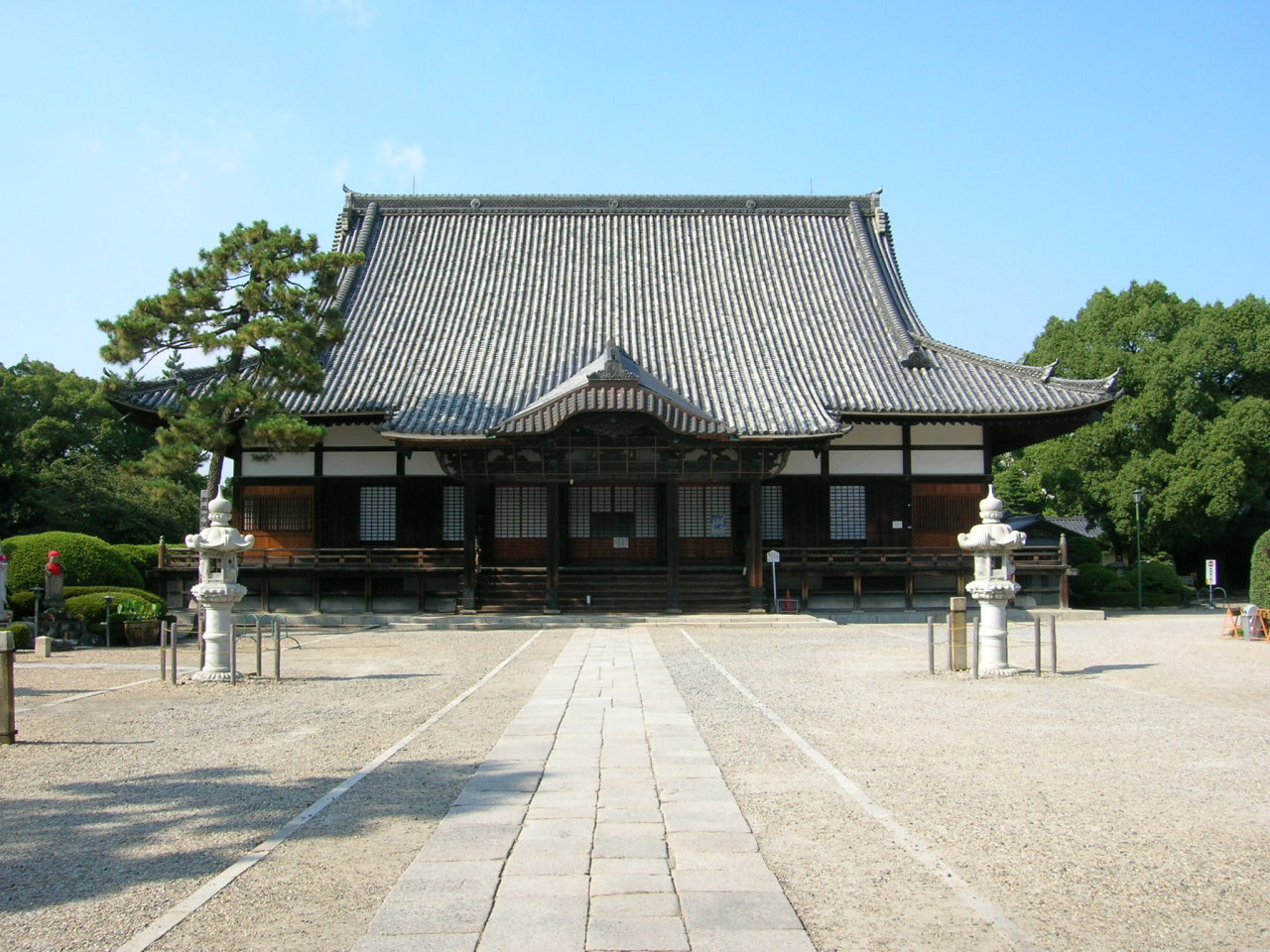
建中寺
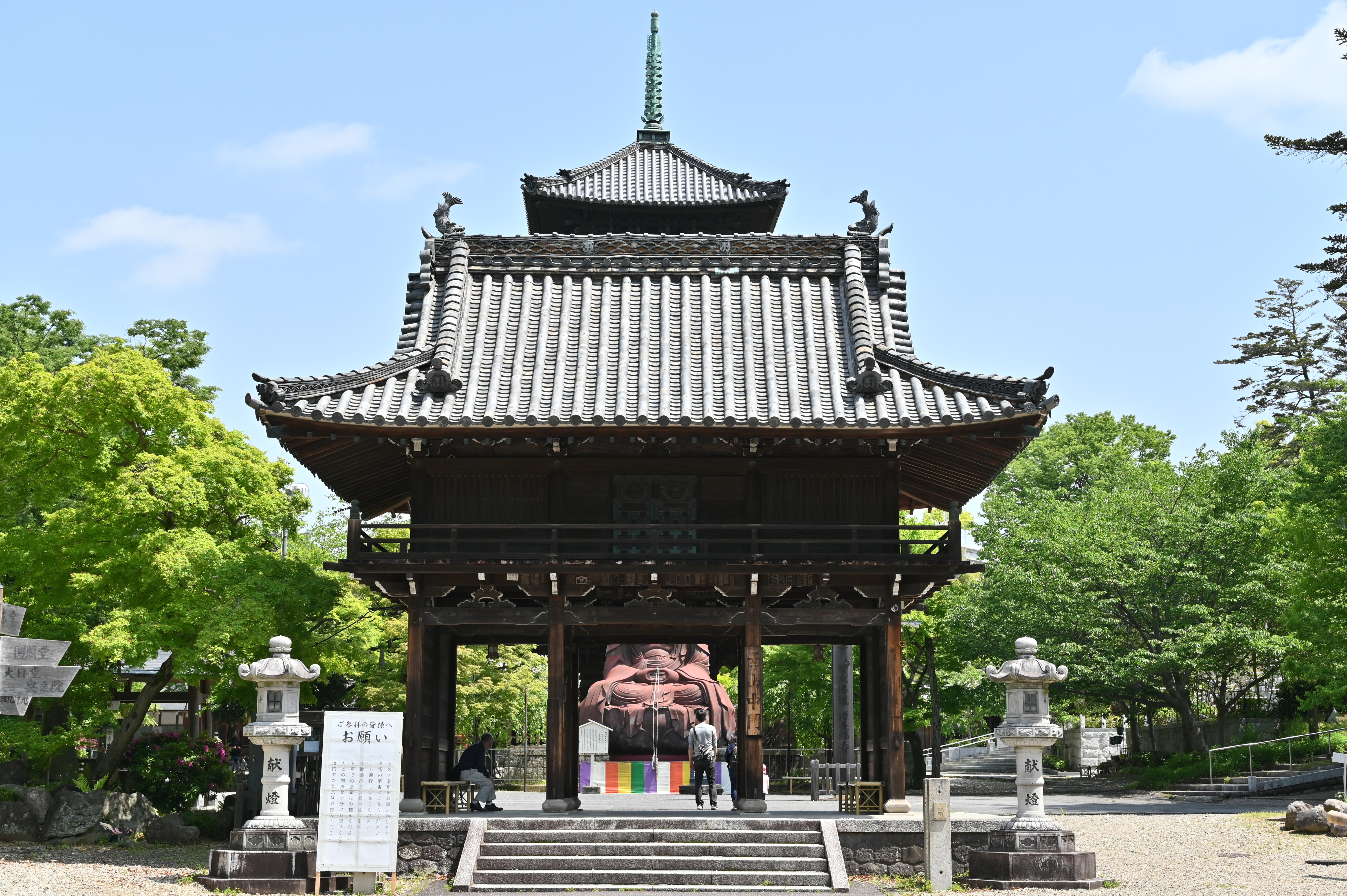
興正寺
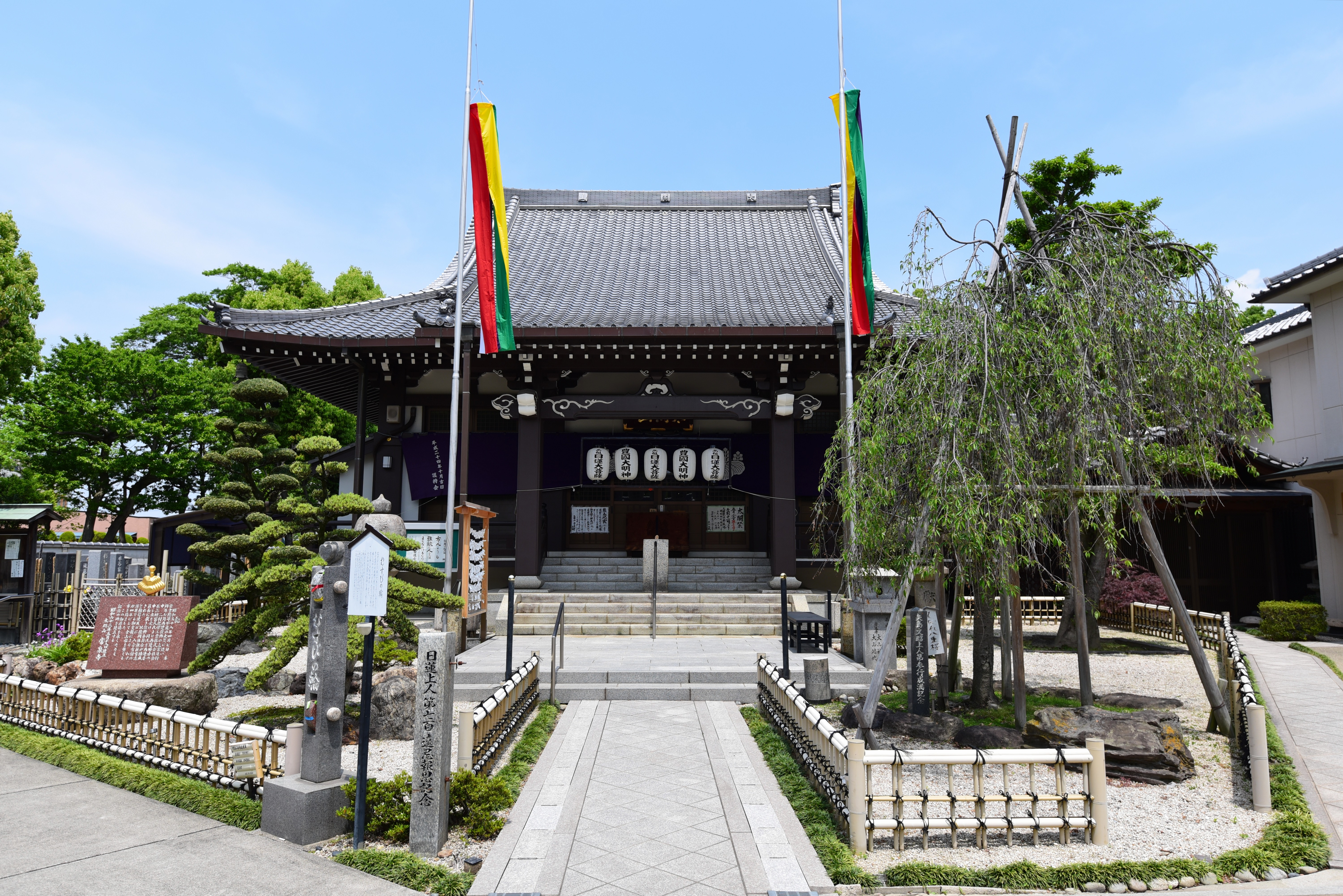
常泉寺
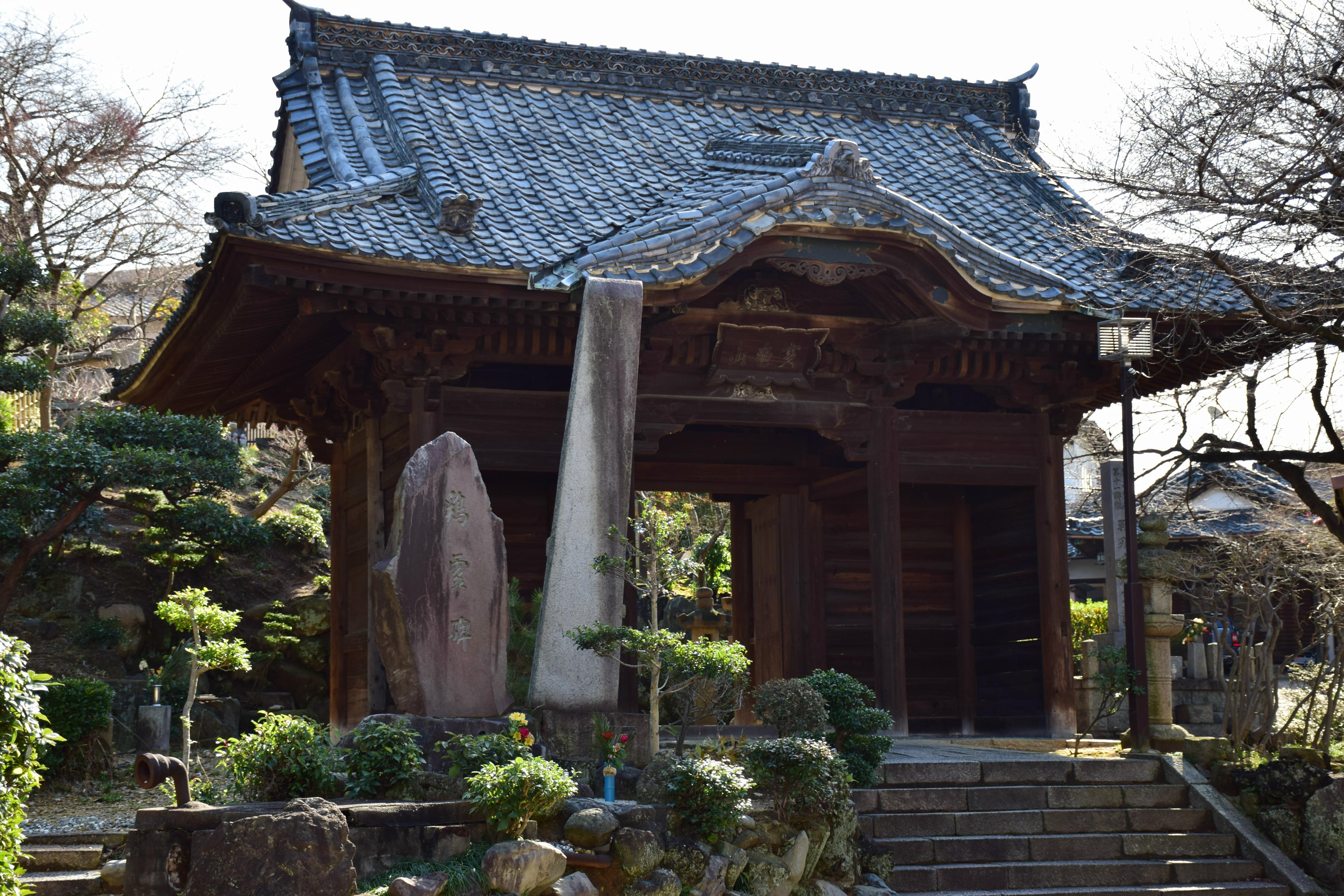
相応寺
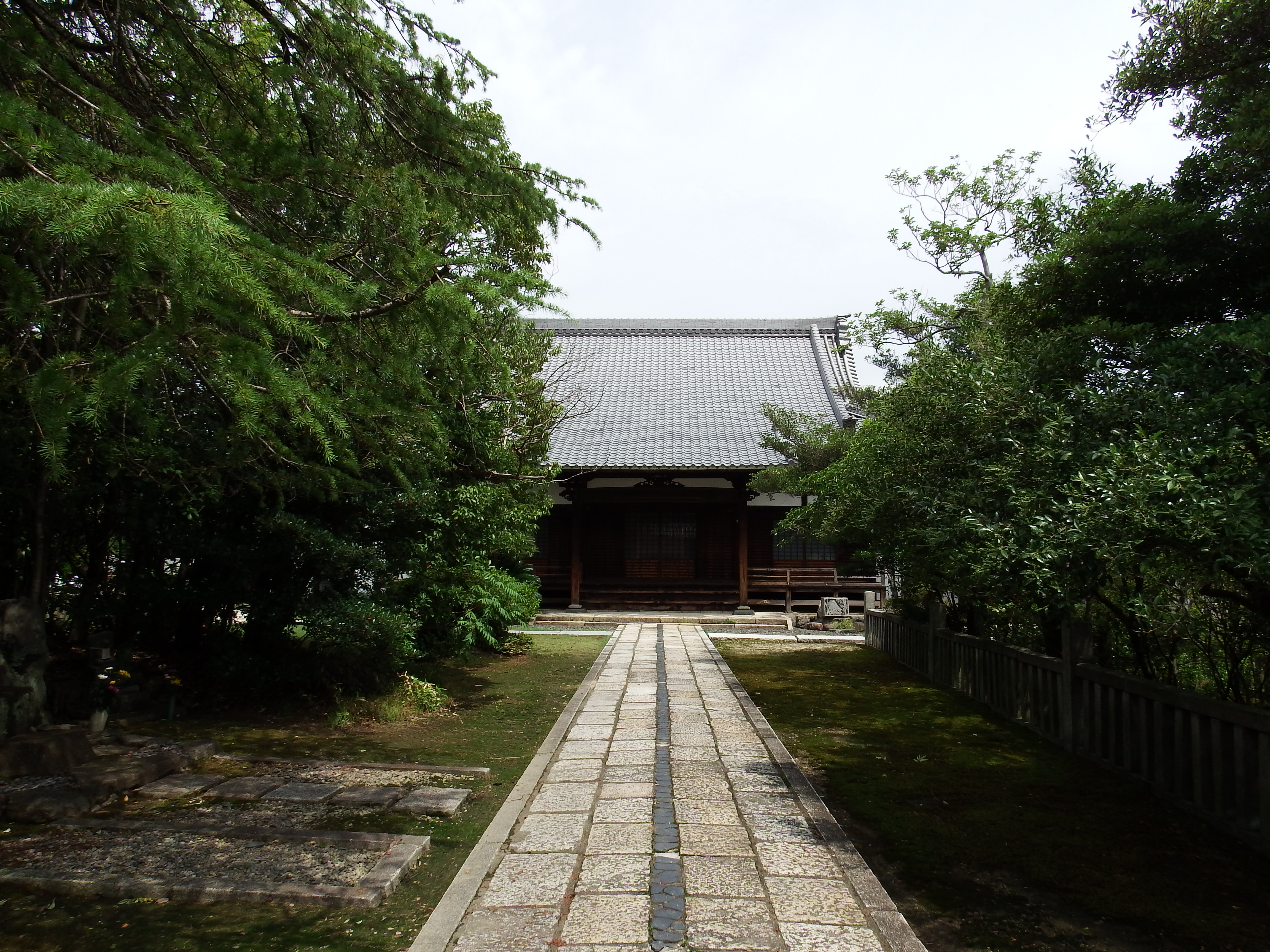
長母寺
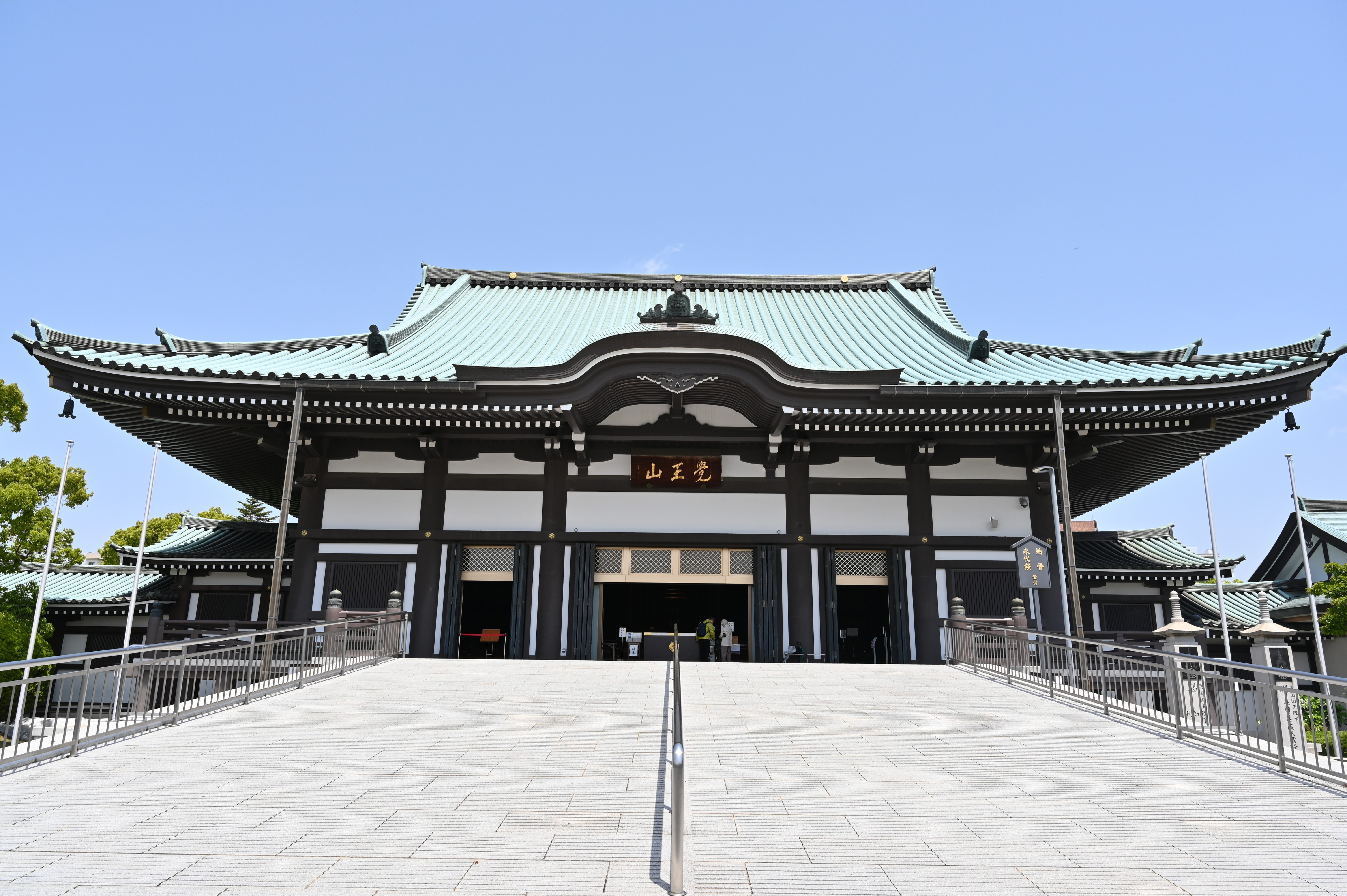
日泰寺
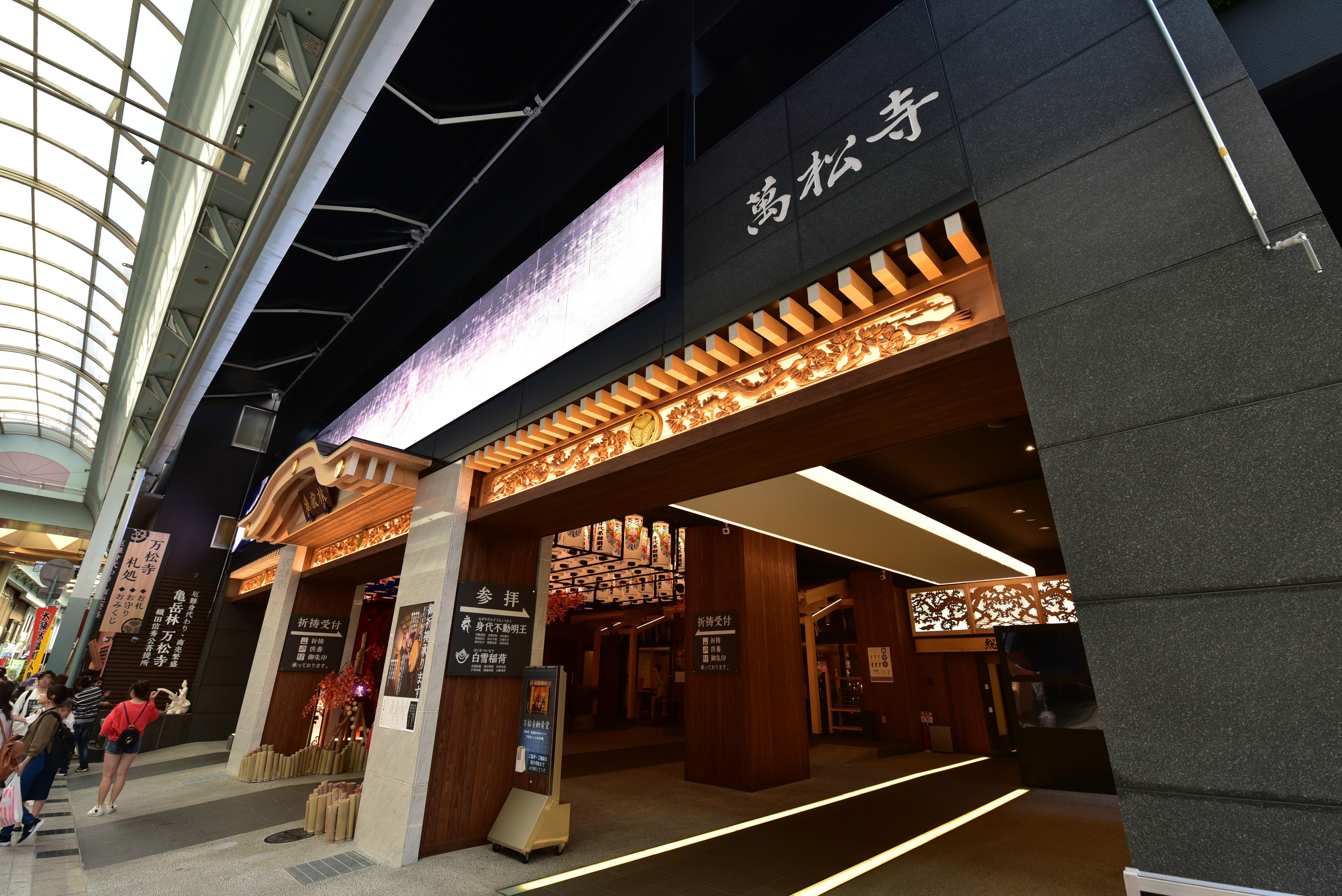
万松寺
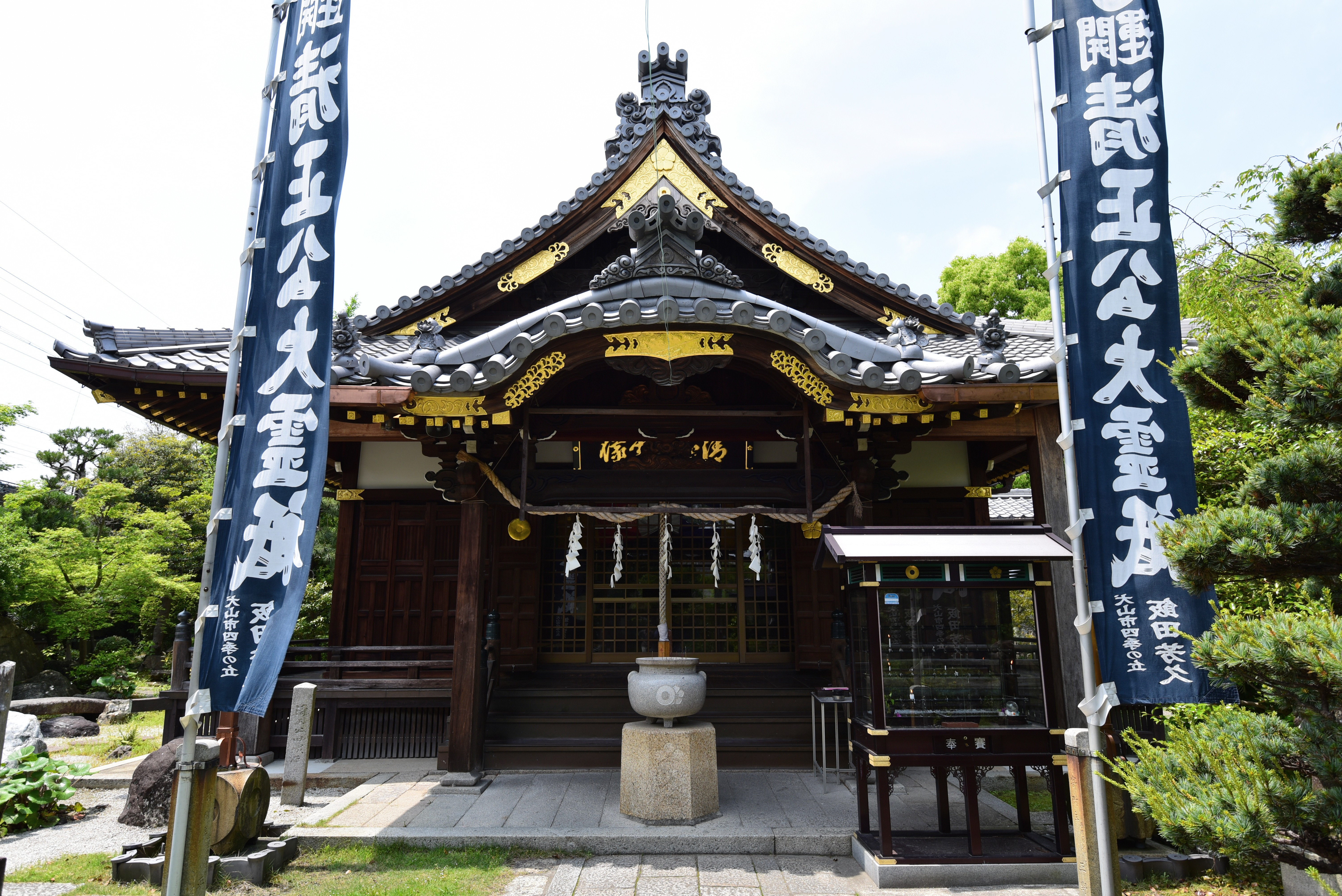
妙行寺
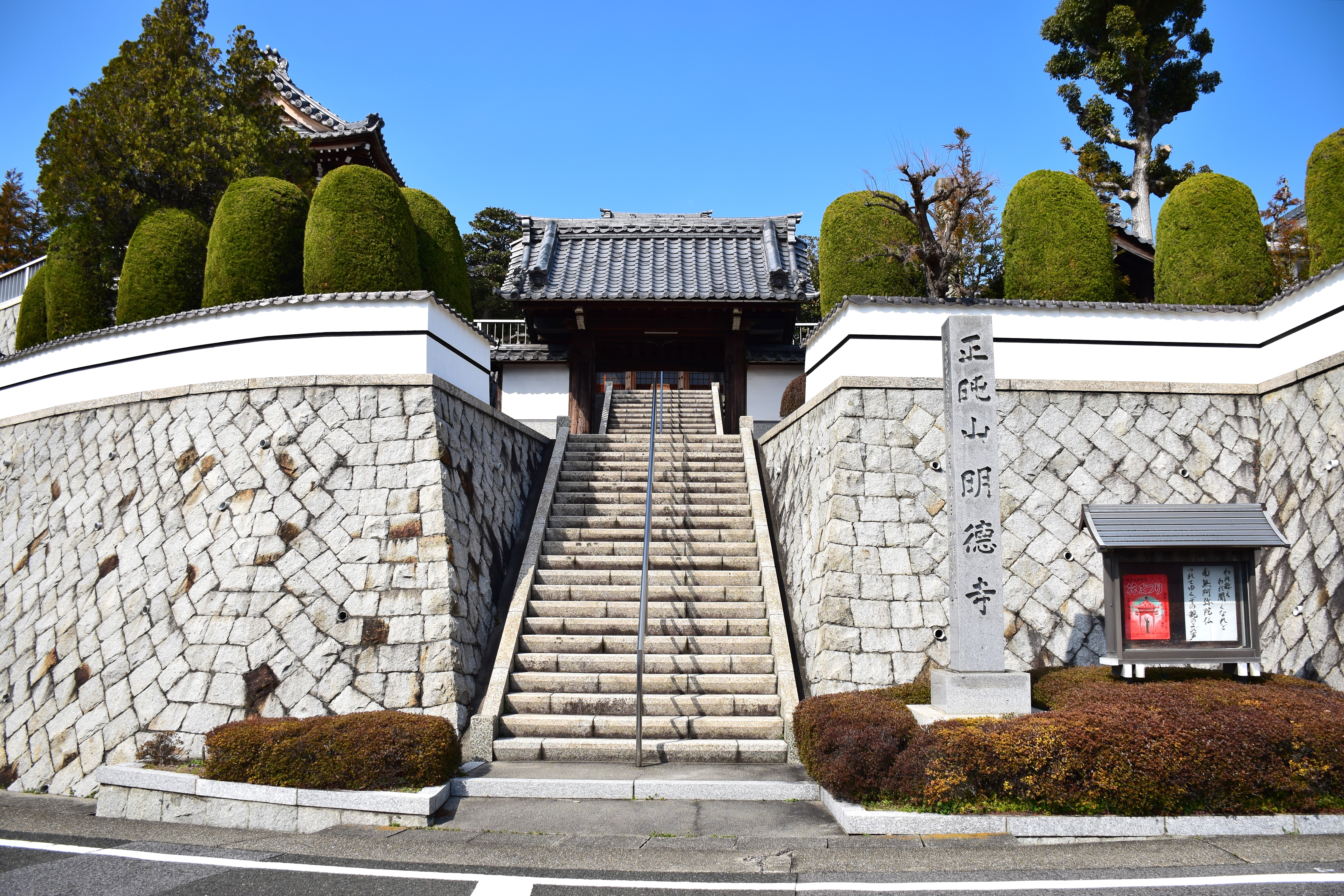
明徳寺
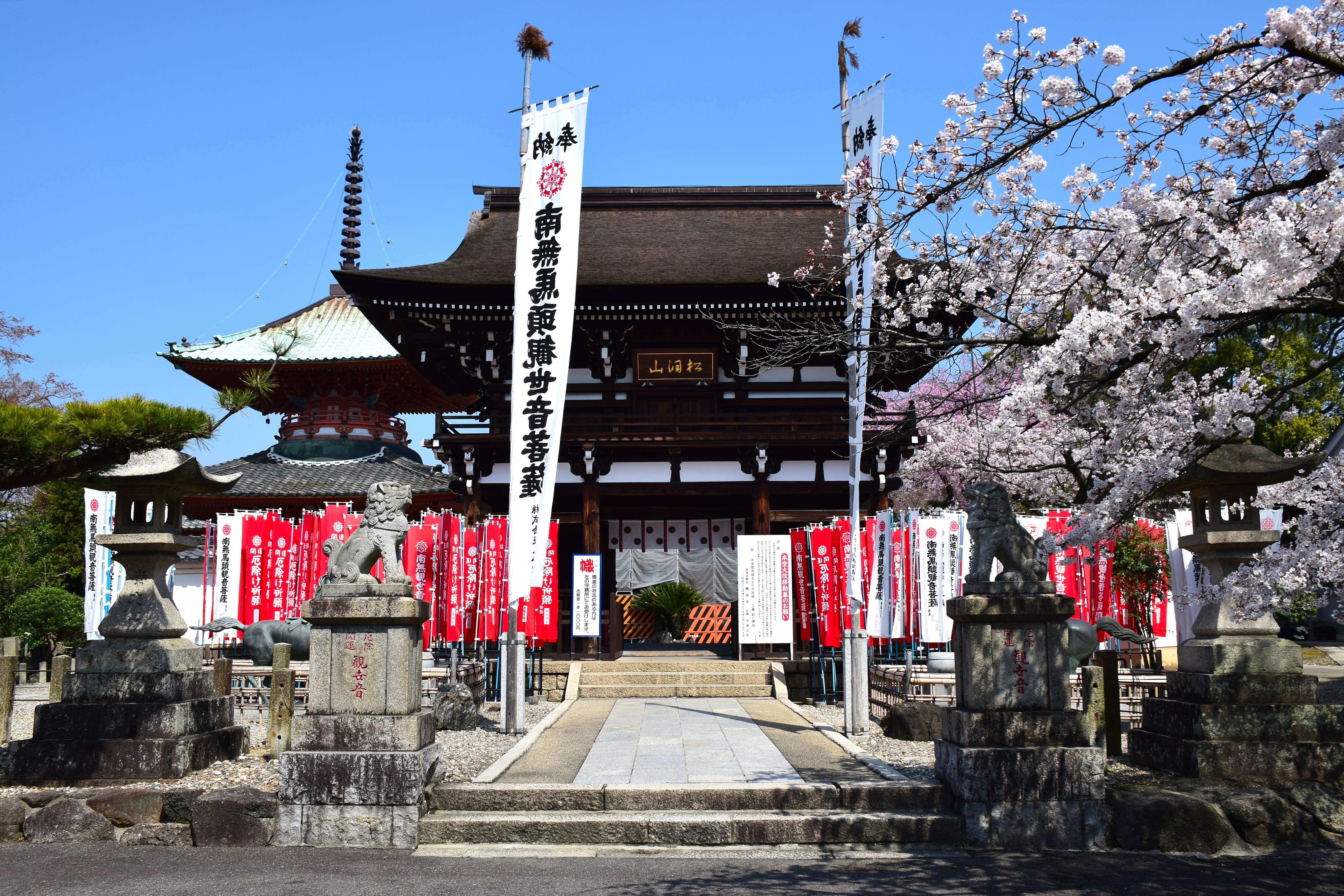
龍泉寺
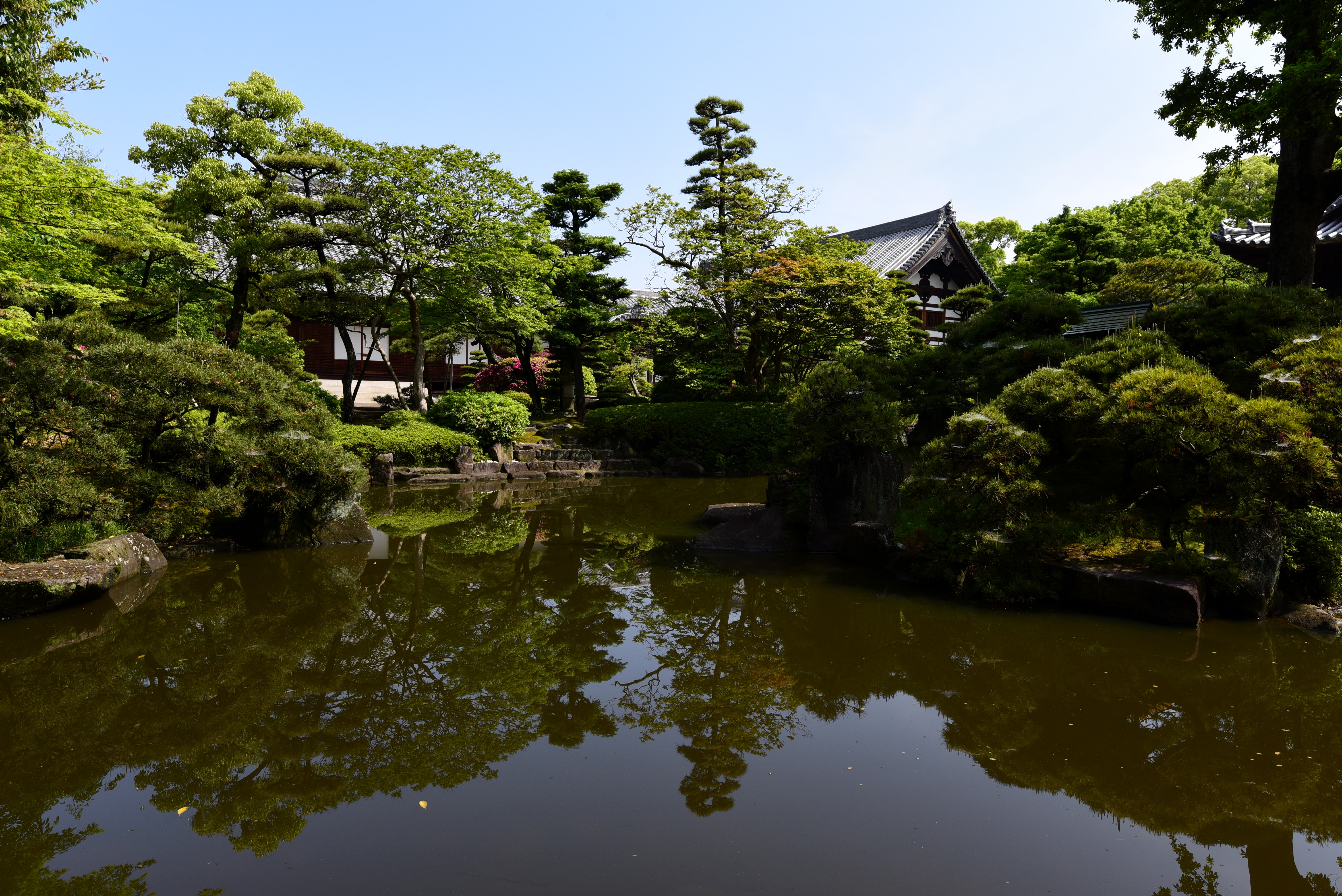
凌雲寺

おもな古墳
- 志段味古墳群
- 白鳥古墳
- 断夫山古墳

おもな遺跡
- 見晴台遺跡

おもな公園
面積2ヘクタール以上の公園を以下に掲載する。面積には都市公園、公園予定区域、その他の公園、住宅都市局都市計画課による公園を含む。
（出典：『名古屋市の公園　2020年』）
- 東山公園 - 動植物公園。209.88ha。千種区・名東区・天白区。
- 牧野ケ池緑地 - 広域公園（県営）。147.08ha。名東区・天白区。
- 大高緑地 - 広域公園（県営）。106.62ha。緑区。
- 平和公園 - 墓園。101.45ha。千種区・名東区。
- 名城公園 - 総合公園。79.78ha。中区・北区・西区・東区。
- 相生山緑地 - 都市緑地。70.30ha。天白区。
- 勅使ケ池墓園（みどりが丘公園） - 60.00ha。緑区。
- 小幡緑地 - 広域公園（県営）。59.97ha。守山区。
- 猪高緑地 - 総合公園。59.02ha。名東区。
- 庄内緑地 - 総合公園。46.35ha。西区。
- 稲永公園 - 運動公園。34.34ha。港区。
- 戸田川緑地 - 総合公園。31.02ha。港区・中川区。
- 荒子川公園 - 総合公園。29.32ha。港区。
- 瑞穂公園 - 運動公園。25.14ha。瑞穂区。
- 荒池緑地 - 24.32ha。天白区。
- 天白公園 - 総合公園。24.26ha。天白区。
- 鶴舞公園 - 総合公園。24.07ha。昭和区・中区。
- 洗堰緑地 - 河川敷緑地。20.51ha。西区・北区。
- 明徳公園 - 総合公園。18.82ha。名東区。
- 水分橋緑地 - 河川敷緑地。17.68ha。北区。
- 久屋大通公園 - 大通公園。16.25ha。中区・東区。
- 千代田橋緑地 - 河川敷緑地。15.00ha。守山区・千種区・東区。
- 新海池公園 - 地区公園。14.94ha。緑区。
- 豊公橋緑地 - 13.00ha。中村区。
- 若宮大通公園 - 大通公園。12.03ha。中区・千種区。
- 日光川公園 - 運動公園。11.61ha。港区。
- 大江川緑地 - 緩衝緑地。11.59ha。南区。
- 矢田川橋緑地 - 河川敷緑地。10.65ha。守山区・北区・東区。
- 稲永東公園 - 地区公園。10.33ha。港区。
- 勅使ケ池緑地 - 10.12ha。緑区。
- 水主池公園 - 地区公園。10.09ha。緑区。
- 小原橋緑地 - 河川敷緑地。9.80ha。守山区・千種区。
- 茶屋ケ坂公園 - 地区公園。9.68ha。千種区。
- 天神橋緑地 - 河川敷緑地。9.35ha。守山区・北区。
- 熊野公園 - 9.17ha。緑区。
- 白川公園 - 地区公園。8.93ha。中区。
- 天白川緑地 - 河川敷緑地。8.92ha。天白区・瑞穂区・南区。
- 白鳥公園 - 地区公園。8.44ha。熱田区。
- 神宮東公園 - 地区公園。8.09ha。熱田区。
- 大森橋緑地 - 河川敷緑地。7.94ha。名東区・守山区。
- 熱田神宮公園 - 地区公園（県営）。7.60ha。熱田区。
- 庄内公園 - 河川敷緑地。7.58ha。西区。
- 枇杷島橋緑地 - 河川敷緑地。7.13ha。中村区。
- 戸笠公園 - 近隣公園。6.95ha。天白区・緑区。
- 富田公園 - 地区公園。6.91ha。中川区。
- 雨池公園 - 地区公園。6.74ha。守山区。
- 中村公園 - 地区公園。6.52ha。中村区。
- 笠寺公園 - 地区公園。6.49ha。南区。
- 八竜緑地 - 都市緑地。6.42ha。守山区。
- 南郊公園 - 地区公園。6.19ha。港区・熱田区・中川区。
- 扇川緑道 - 緑道。6.03ha。緑区。
- 千種公園 - 地区公園。5.94ha。千種区。
- 大正橋緑地 - 河川敷緑地。5.79ha。中村区。
- 水広公園 - 地区公園。5.79ha。緑区。
- 氷上公園 - 5.63ha。緑区。
- 船頭場公園 - 近隣公園。5.51ha。港区。
- 川名公園 - 地区公園。5.50ha。昭和区。
- 土古公園 - 地区公園。5.43ha。港区。
- 蛇池公園 - 地区公園。5.30ha。西区。
- 志賀公園 - 地区公園。5.25ha。北区。
- 興正寺公園 - 地区公園。5.25ha。昭和区。
- 細根公園 - 4.97ha。緑区。
- 楠公園 - 地区公園。4.82ha。北区。
- 吹上公園 - 地区公園。4.79ha。昭和区・千種区。
- 港北公園 - 地区公園。4.68ha。港区。
- 翠松園緑地 - 地区公園。4.61ha。守山区。
- 安田池緑地 - 4.58ha。守山区。
- 徳川園 - 地区公園。4.53ha。東区。
- 大森橋東緑地 - 河川敷緑地。4.47ha。守山区。
- 新茶屋川公園 - 運動公園。4.44ha。港区。
- 滝ノ水緑地 - 都市緑地。4.42ha。緑区。
- 呼続公園 - 地区公園。4.35ha。南区。
- 細口池公園 - 地区公園。4.29ha。天白区。
- 滝の水公園 - 地区公園。4.11ha。緑区。
- 天白川緑道 - 緑道。4.05ha。天白区。
- 横井山緑地 - 近隣公園。3.93ha。中村区。
- 道徳公園 - 近隣公園。3.57ha。南区。
- 稲葉地公園 - 近隣公園。3.38ha。中村区。
- 荒子公園 - 近隣公園。3.35ha。中川区。
- 米野公園 - 近隣公園。3.30ha。中村区。
- 五町公園 - 近隣公園。3.28ha。西区。
- 南陽中央公園 - 地区公園。3.25ha。港区。
- 通曲公園 - 近隣公園。3.20ha。緑区。
- 大幸公園 - 河川敷緑地。3.19ha。東区。
- 松葉公園 - 近隣公園。3.12ha。中川区。
- 島田緑地 - 都市緑地。2.90ha。天白区。
- 押切公園 - 近隣公園。2.84ha。西区。
- 昭和橋公園 - 近隣公園。2.73ha。中川区。
- 滝ノ水中央公園 - 近隣公園。2.70ha。緑区。
- 大森中央公園 - 近隣公園。2.67ha。守山区。
- 松川橋緑地 - 河川敷緑地。2.62ha。守山区。
- 乗鞍公園 - 近隣公園。2.53ha。緑区。
- 善南公園 - 近隣公園。2.50ha。港区。
- 螺貝公園 - 近隣公園。2.50ha。緑区。
- すいどうみち緑道 - 緑道。2.43ha。守山区。
- 鷲津砦公園 - 近隣公園。2.41ha。緑区。
- 木ケ崎公園 - 近隣公園。2.32ha。東区。
- 大高城跡公園 - 2.30ha。緑区。
- 西原公園 - 近隣公園。2.22ha。西区。
- 中之島川緑地 - 緑道。2.20ha。港区。
- 弥富公園 - 近隣公園。2.19ha。瑞穂区。
- 宝神中央公園 - 近隣公園。2.08ha。港区。
- 植田中央公園 - 近隣公園。2.05ha。天白区。

その他
- 七里の渡し
- 松重閘門
- 昭和塾堂
- 四間道
- 有松の町並み
- 桶狭間古戦場跡

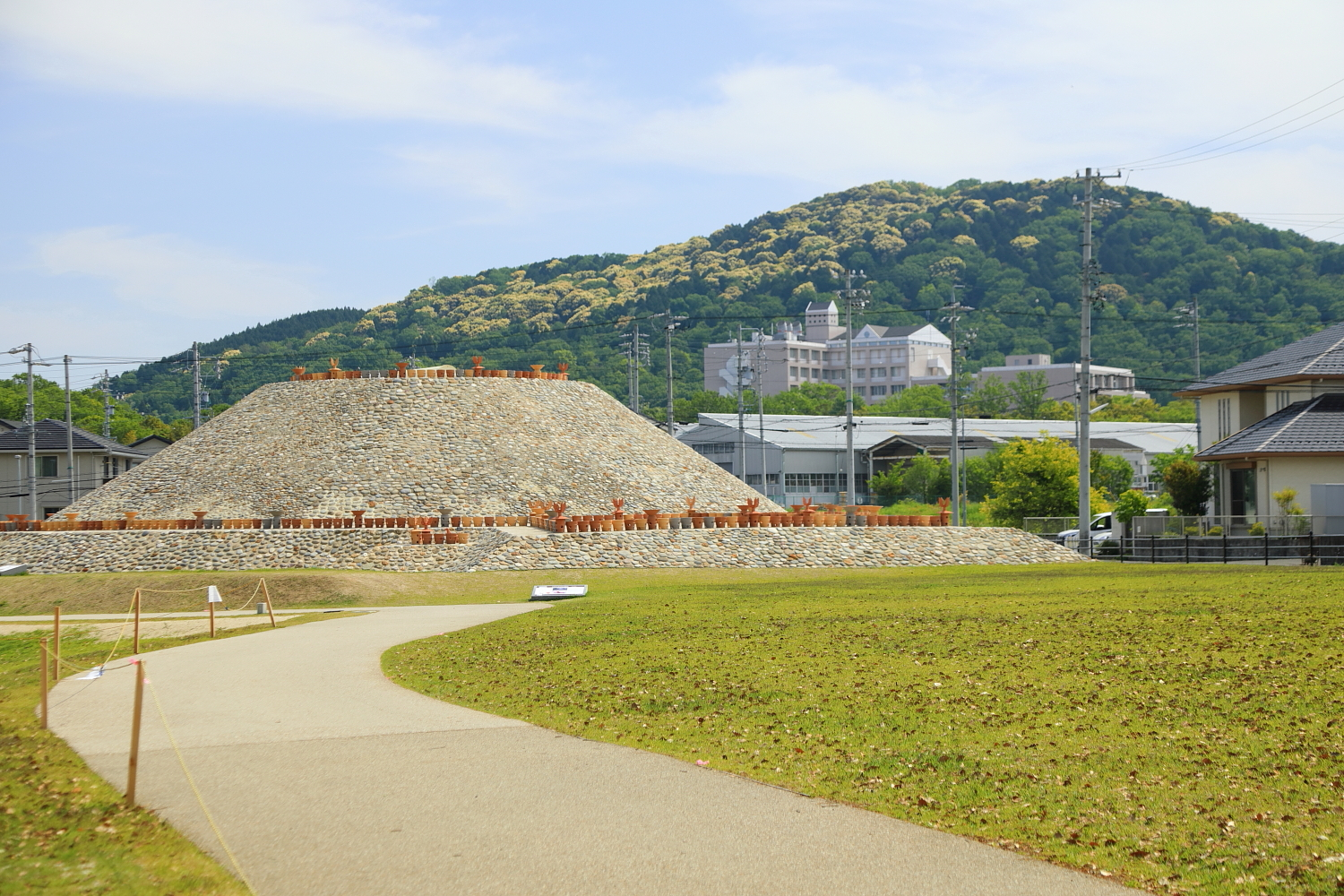
志段味古墳群
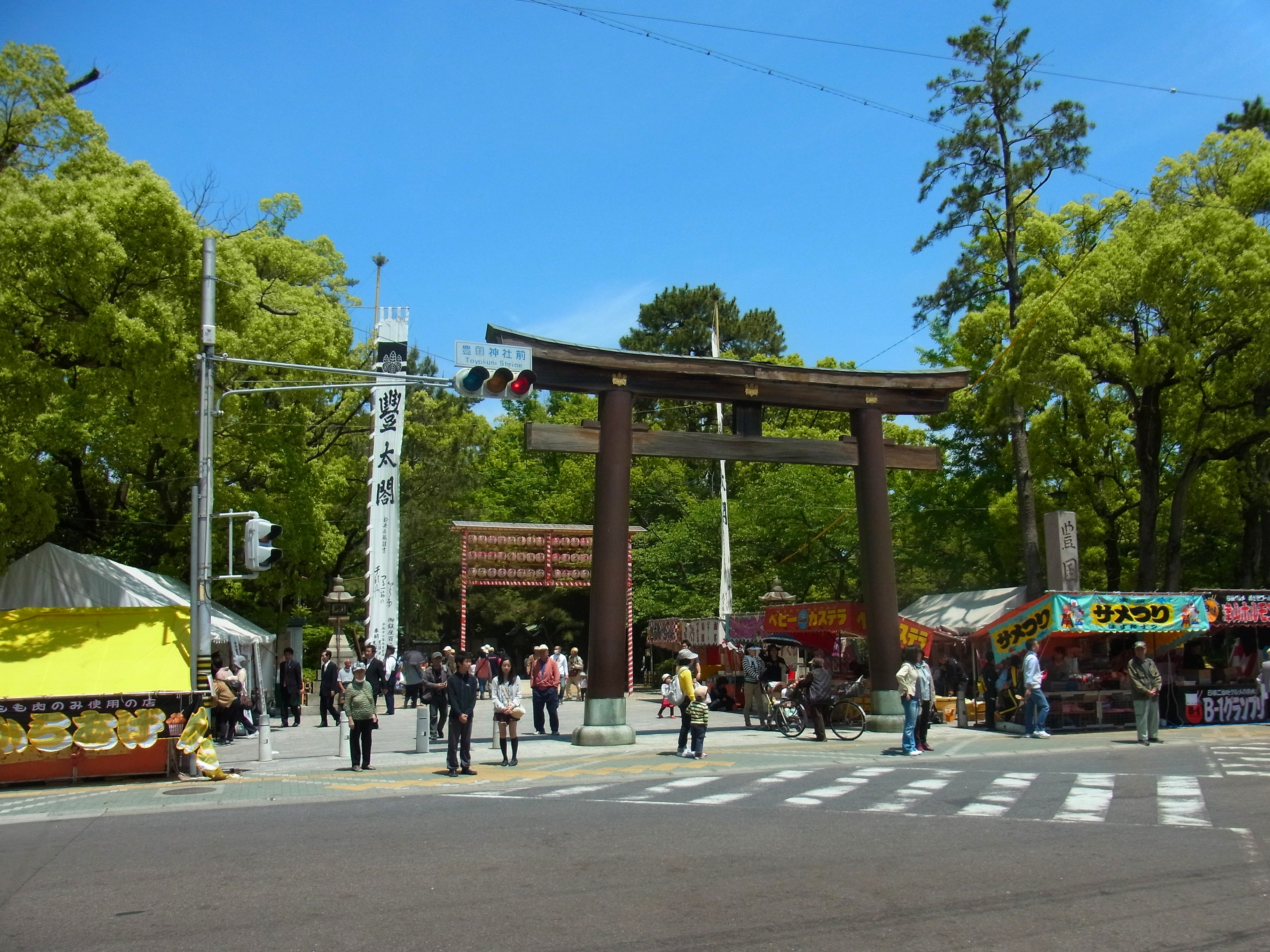
中村公園
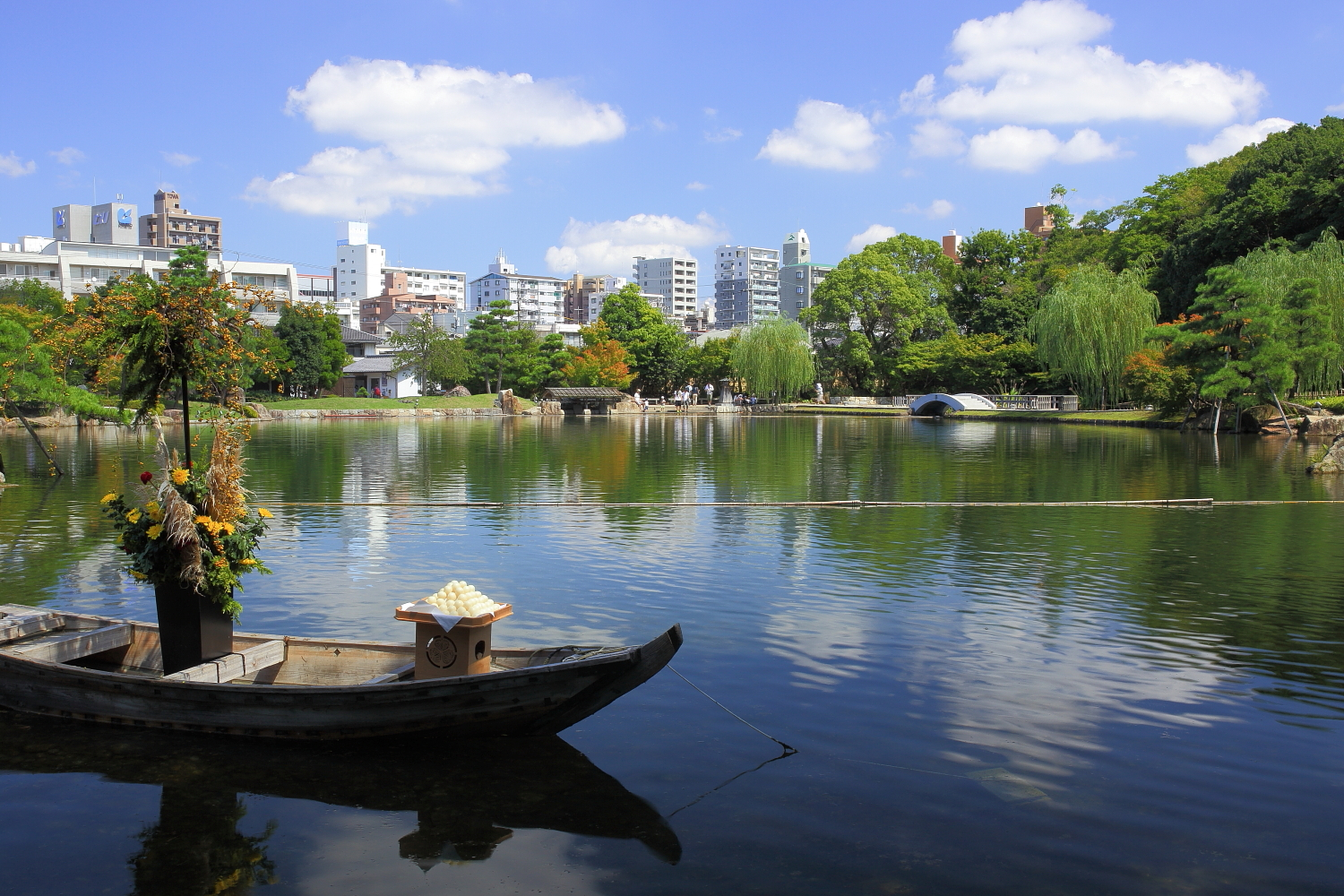
徳川園龍仙湖
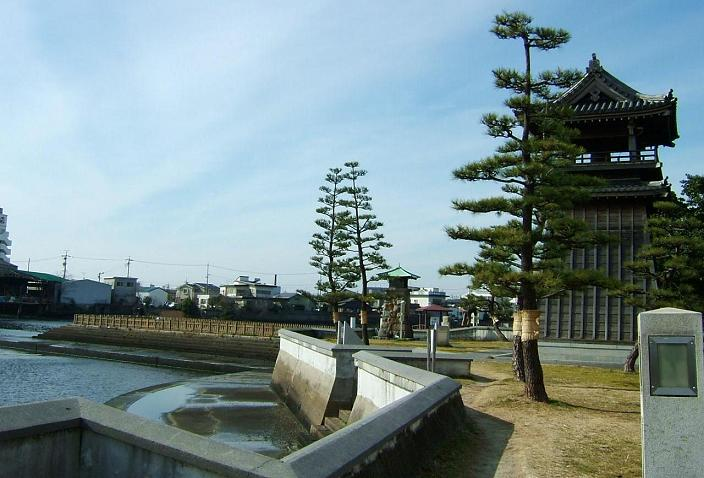
七里の渡し
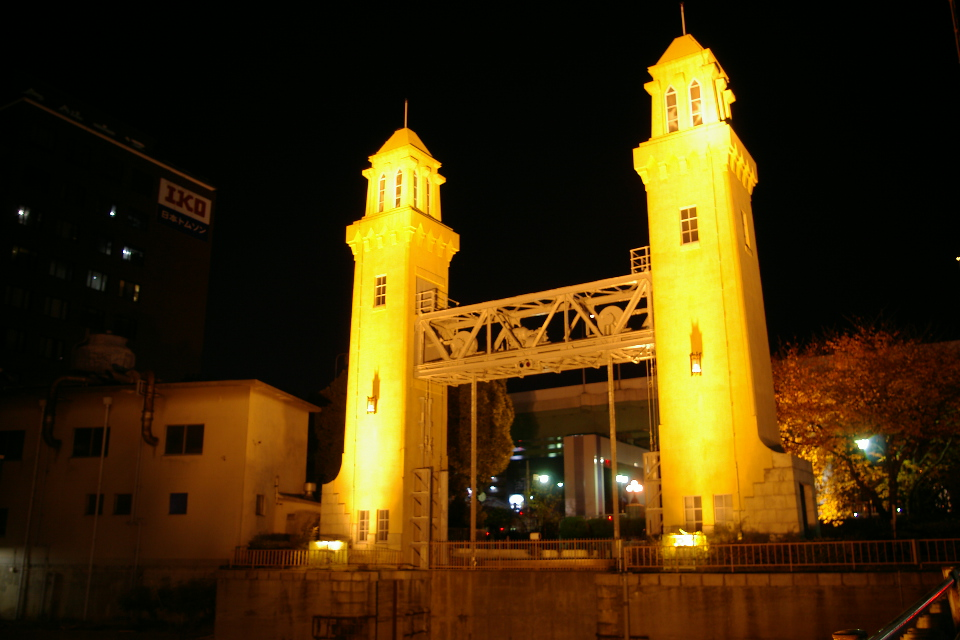
松重閘門
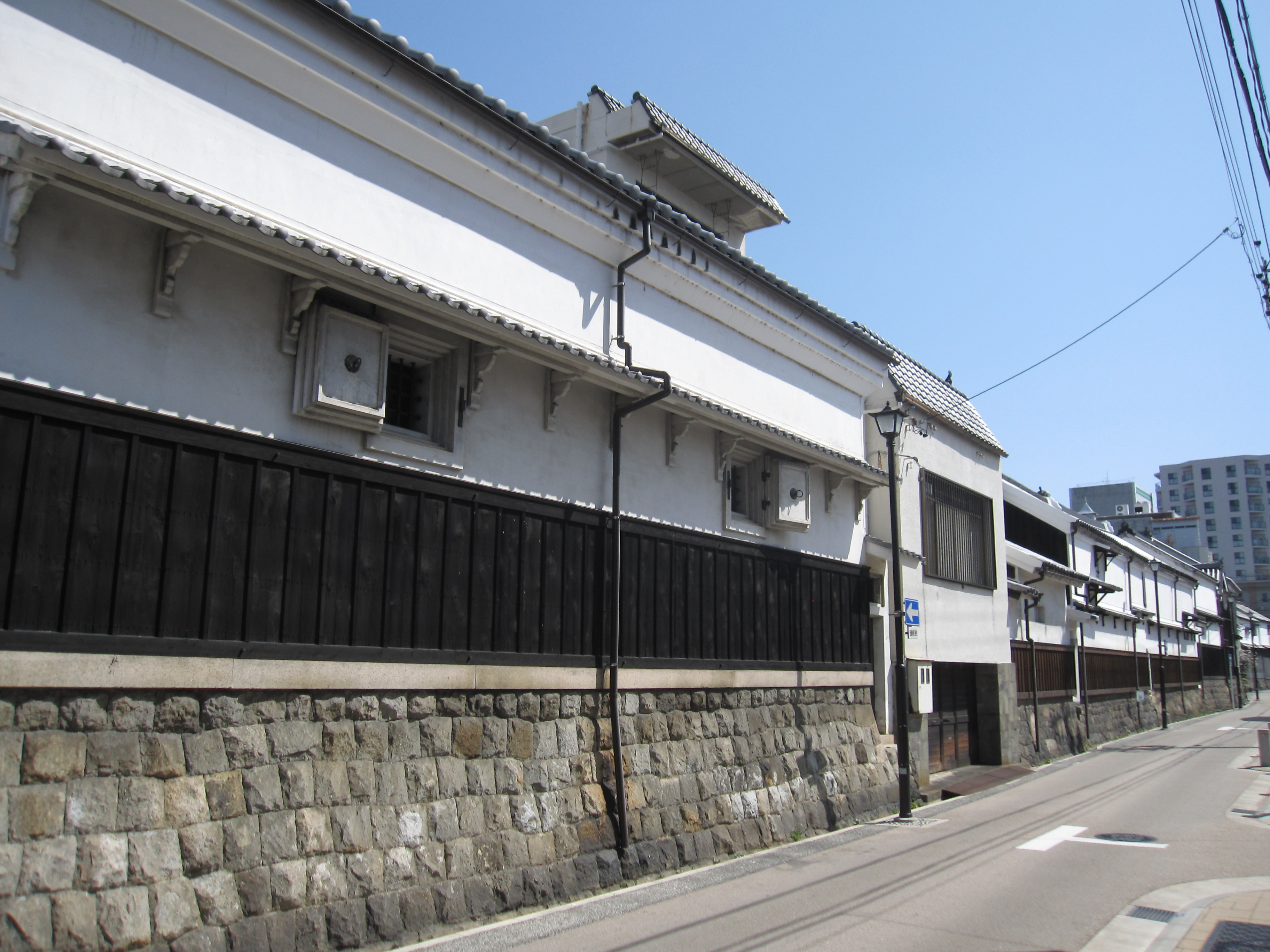
四間道
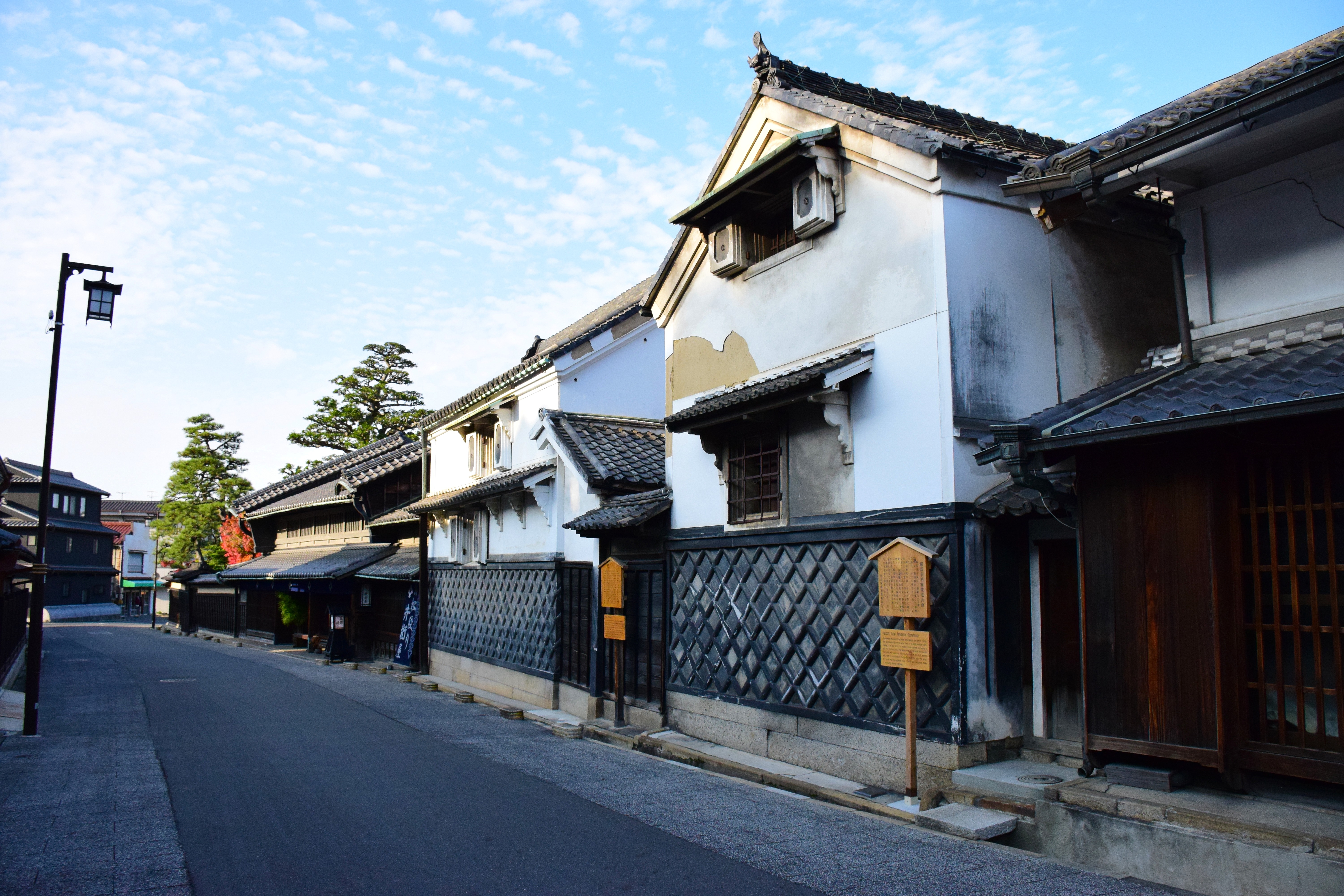
有松（重要伝統的建造物群保存地区）
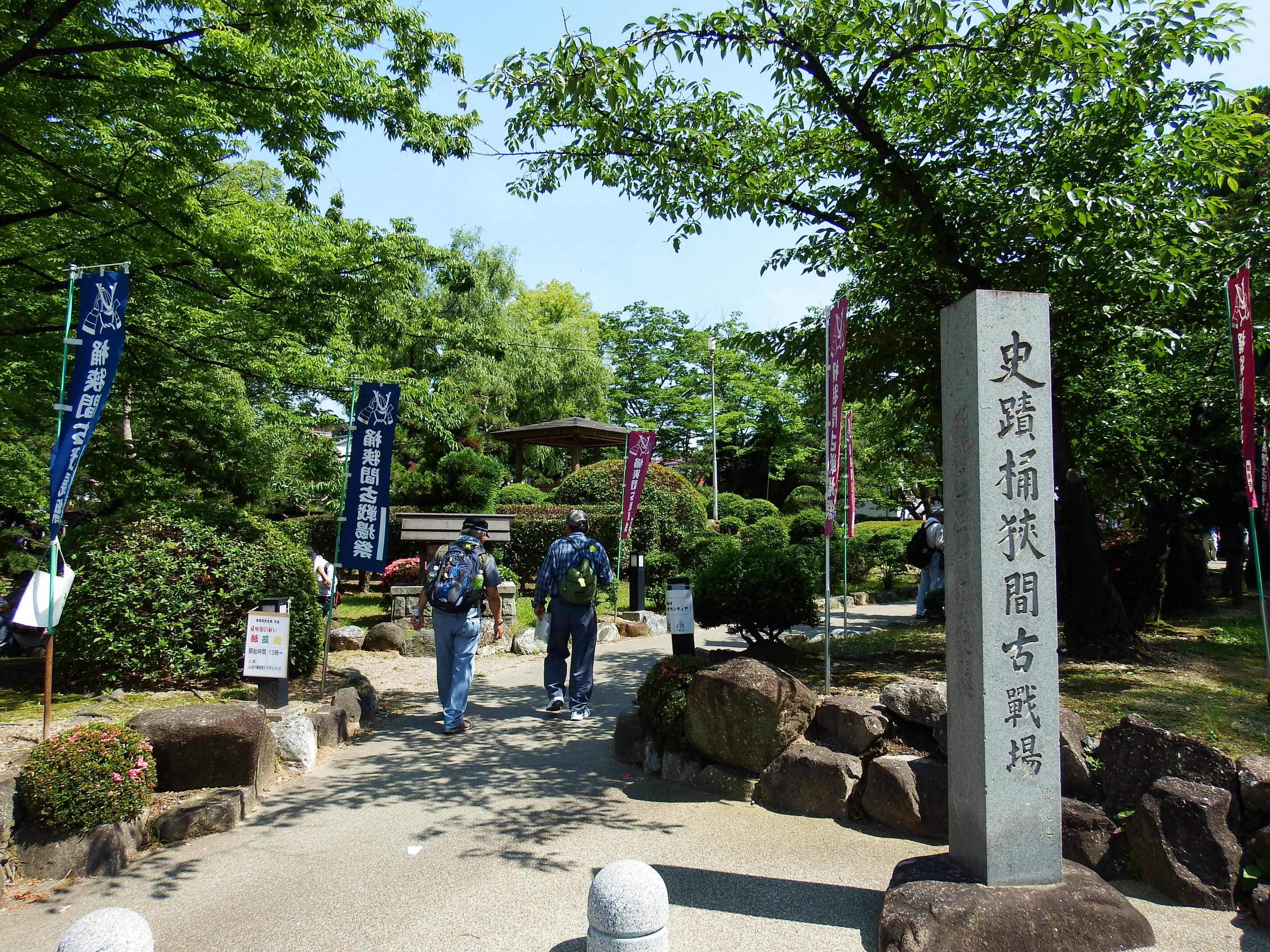
桶狭間古戦場跡

### 観光スポット
桜の名所
- 鶴舞公園（さくら名所100選）
- 山崎川四季の道（さくら名所100選）
- 名古屋城・名城公園
- 白鳥庭園
- 徳川園
- 東山公園
- 平和公園
- 庄内緑地
- 東谷山フルーツパーク
- 小幡緑地
- 大高緑地
- 荒子川公園
- 香流川中流（千種区・名東区流域）
- 香積院
- 白沢川（白沢渓谷）
- 雨池公園周辺
- すいどうみち緑道
- オオカンザクラの並木道

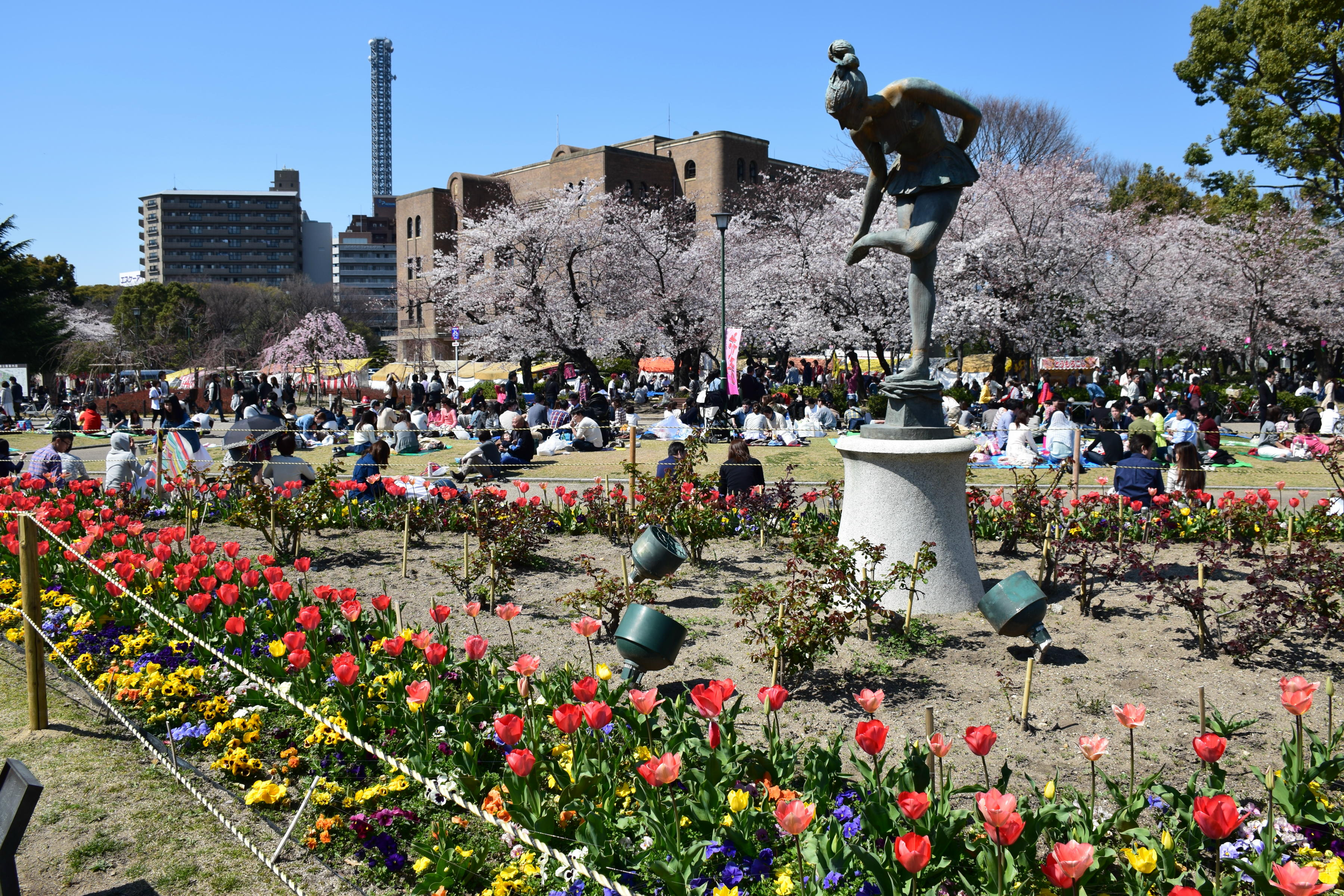
鶴舞公園
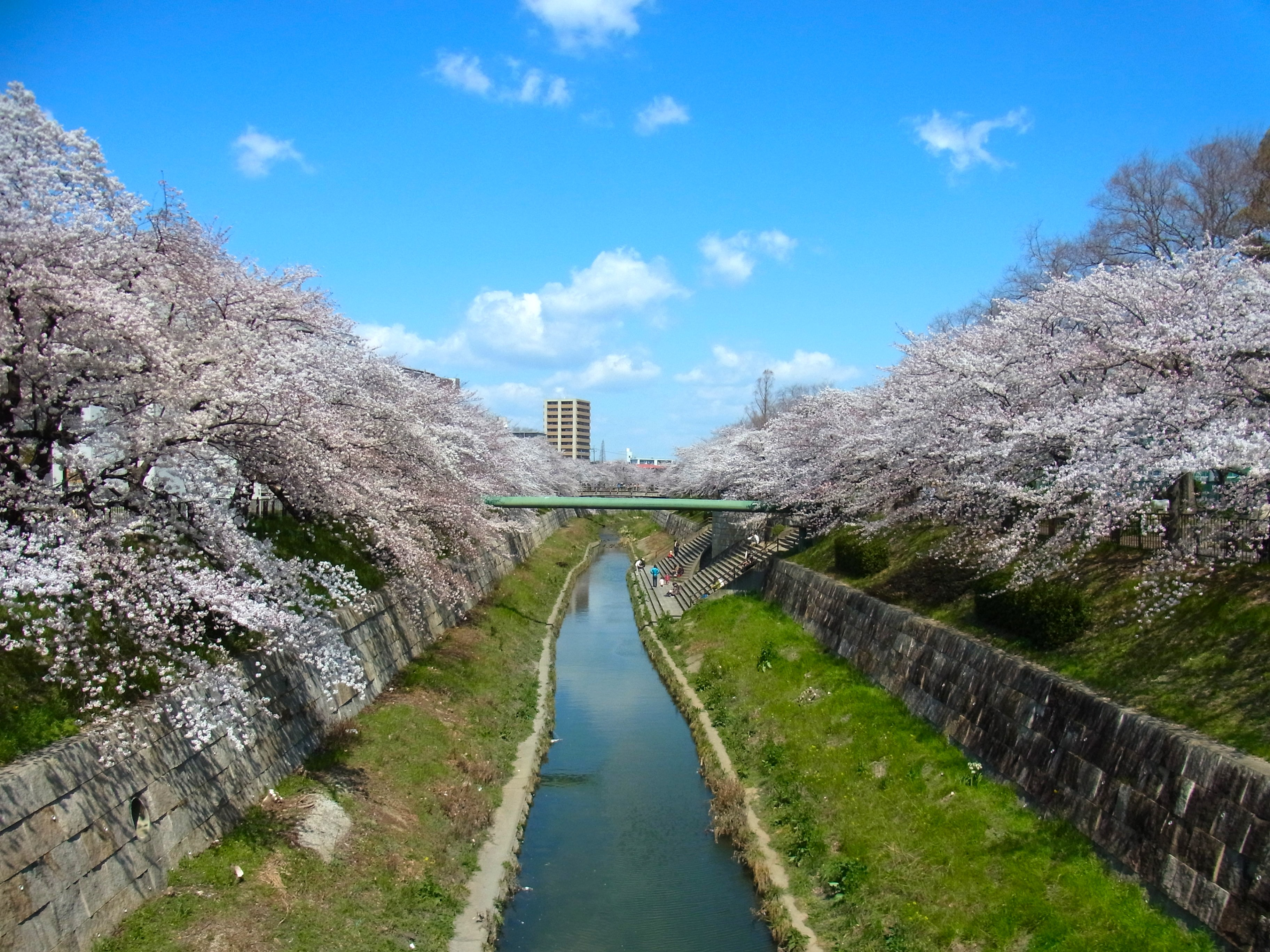
山崎川
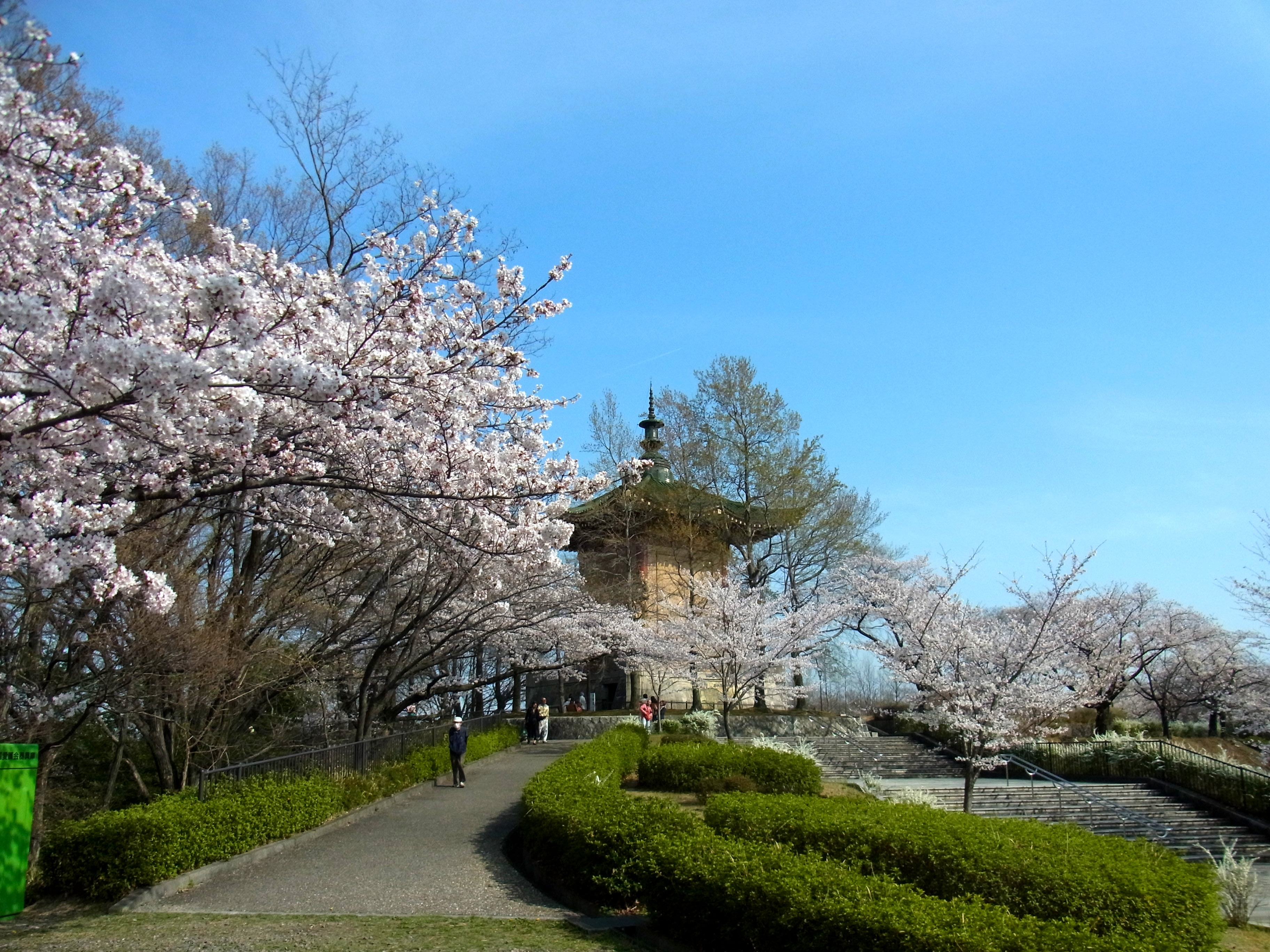
平和公園
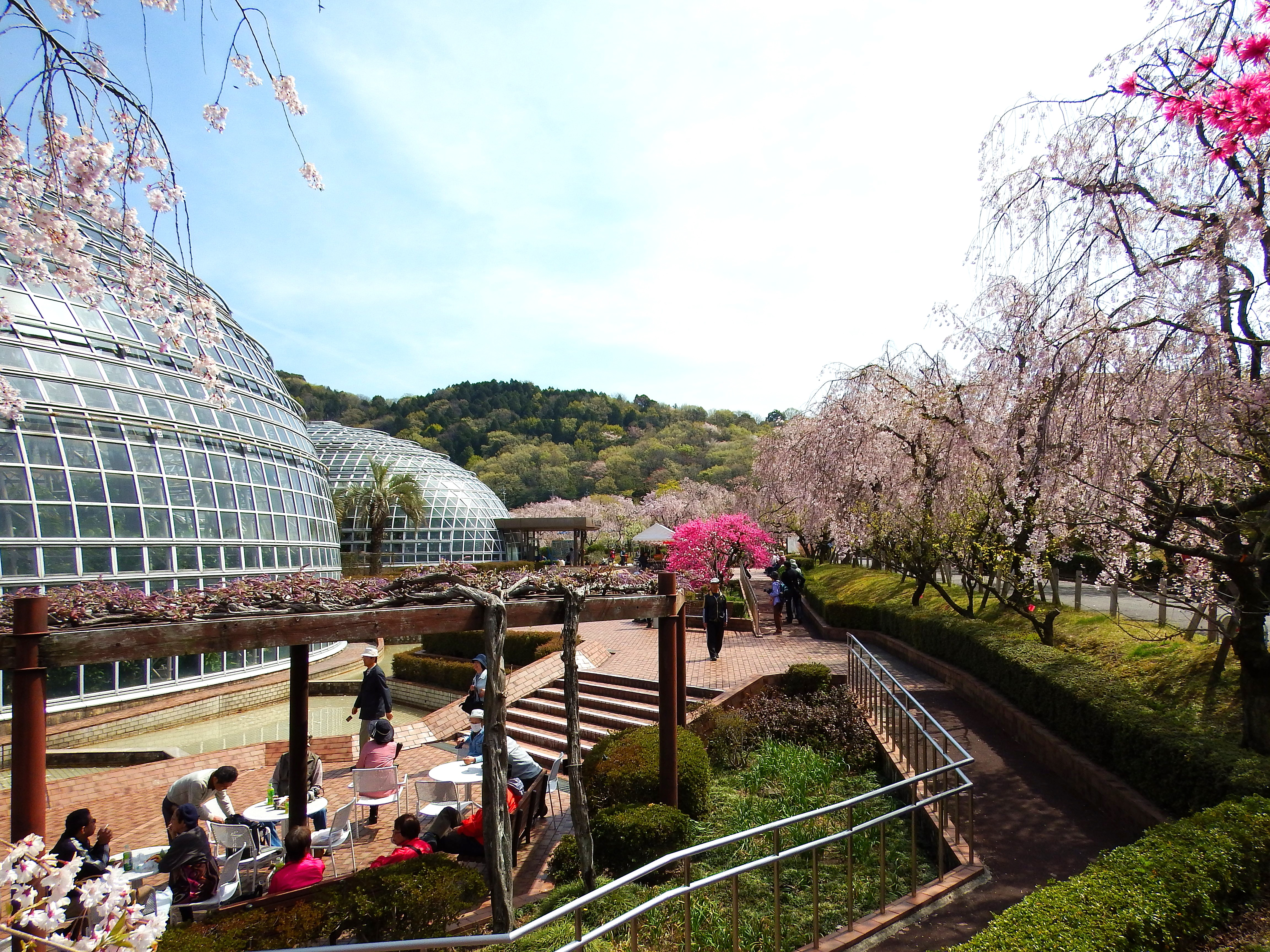
東谷山フルーツパーク
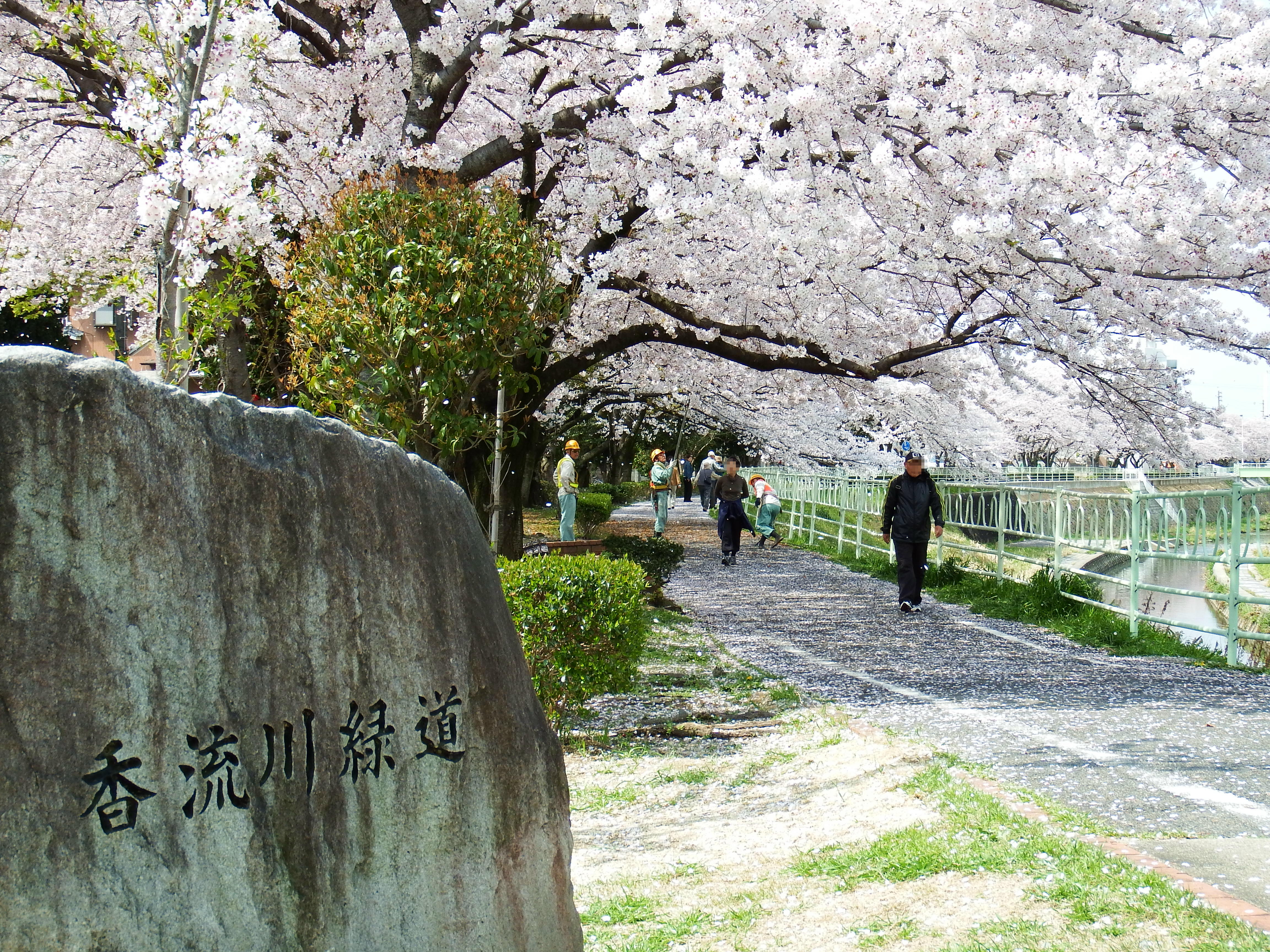
香流川
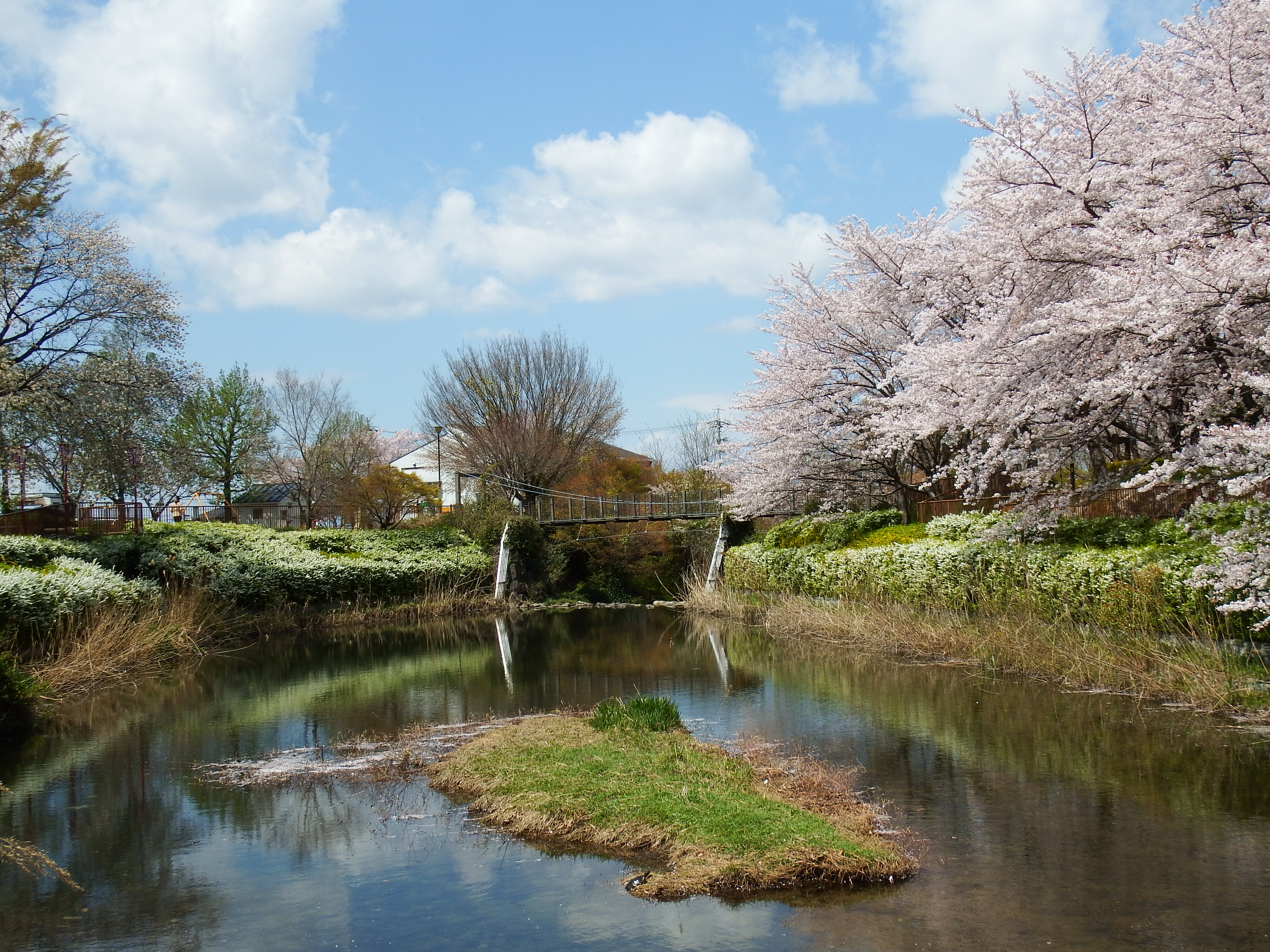
白沢川（白沢渓谷）
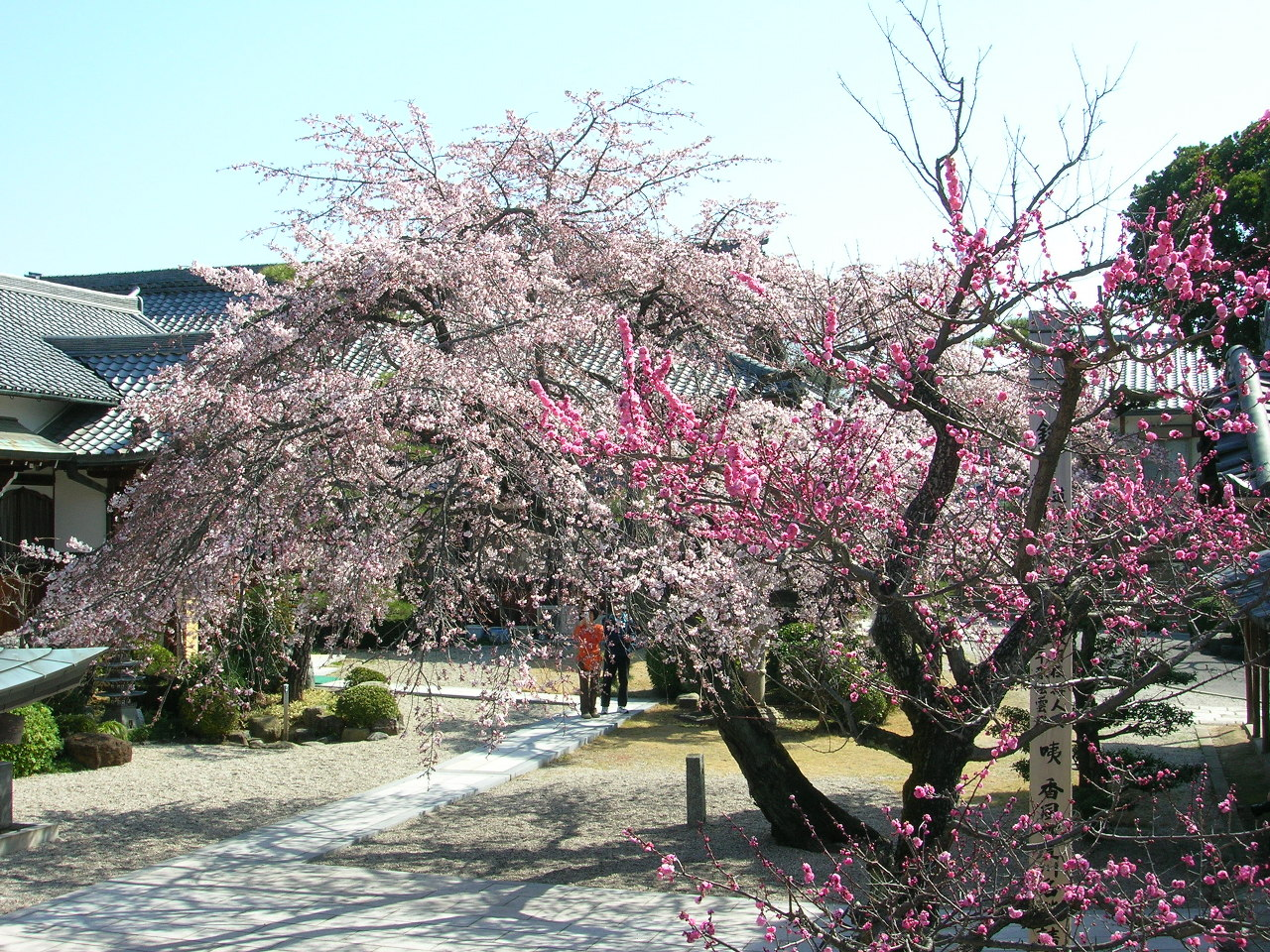
香積院
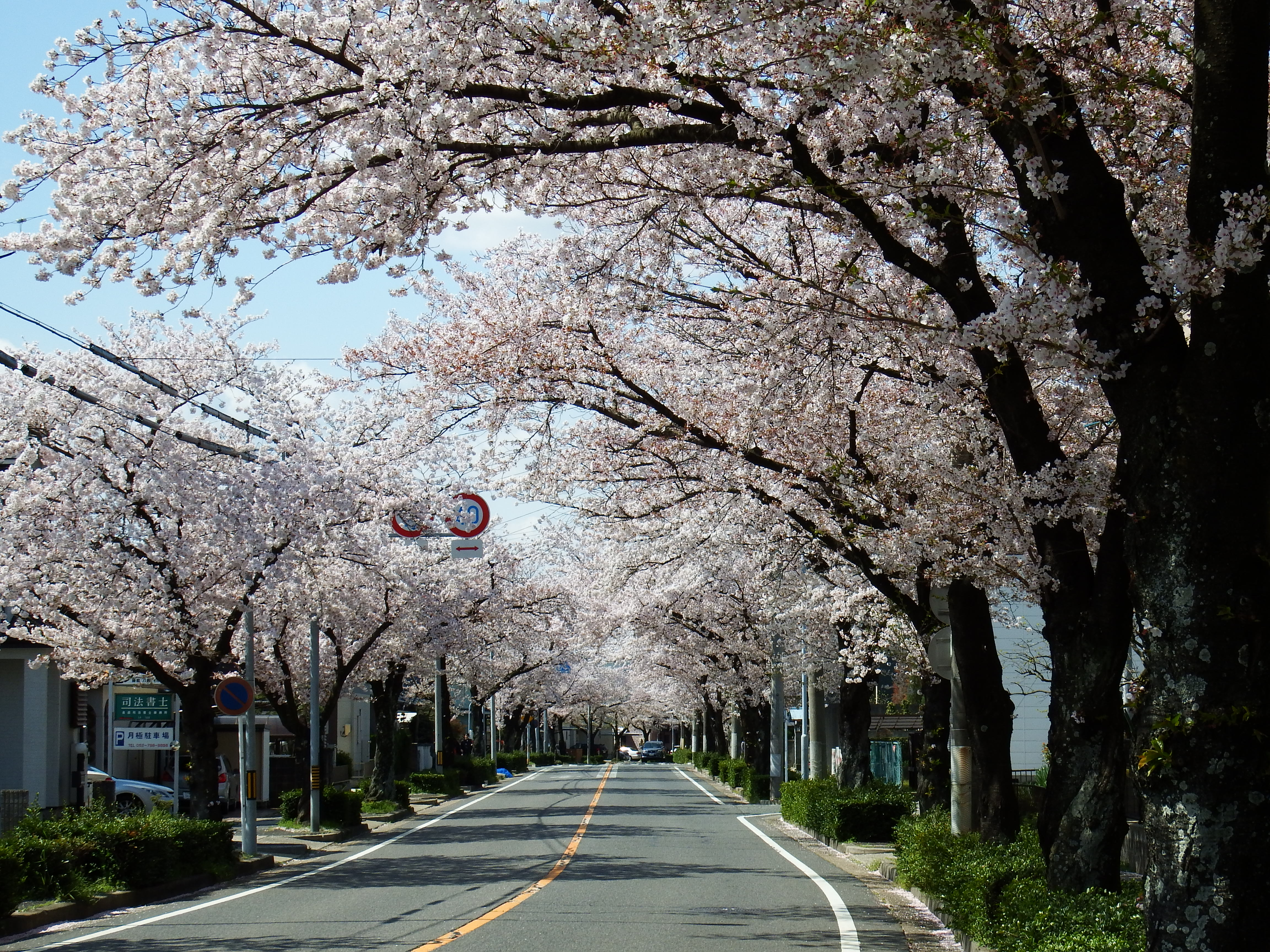
雨池公園周辺
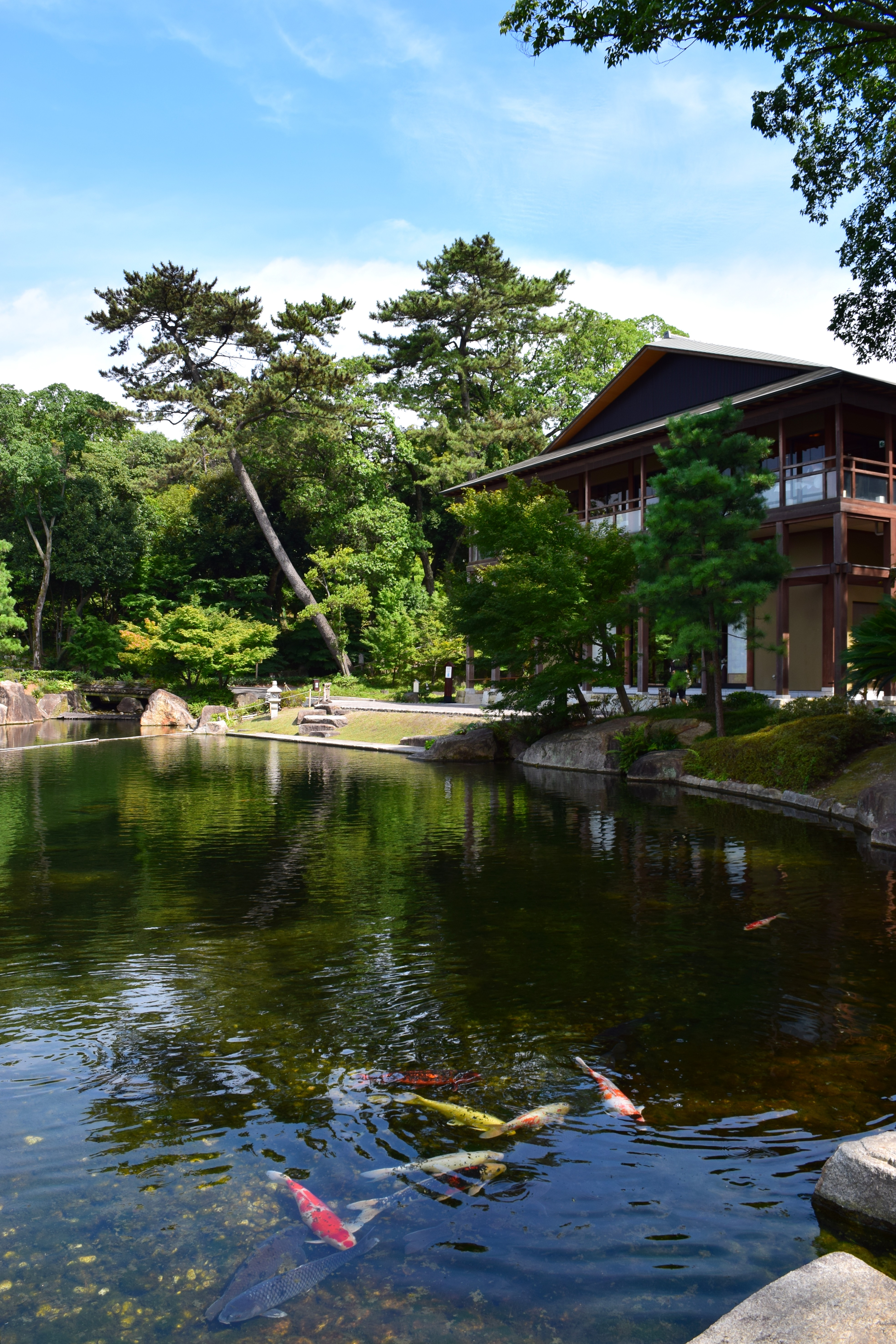
徳川園
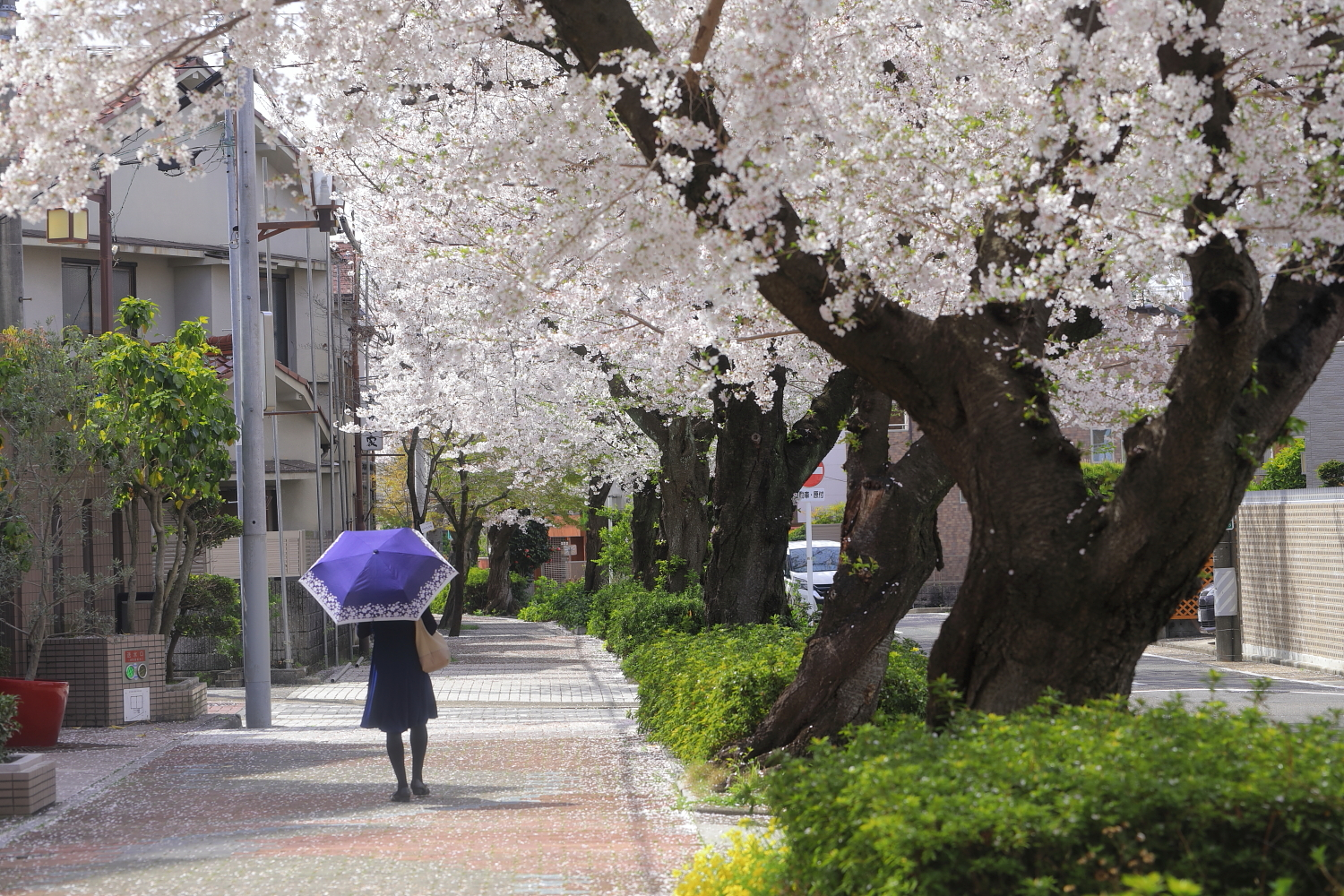
すいどうみち緑道
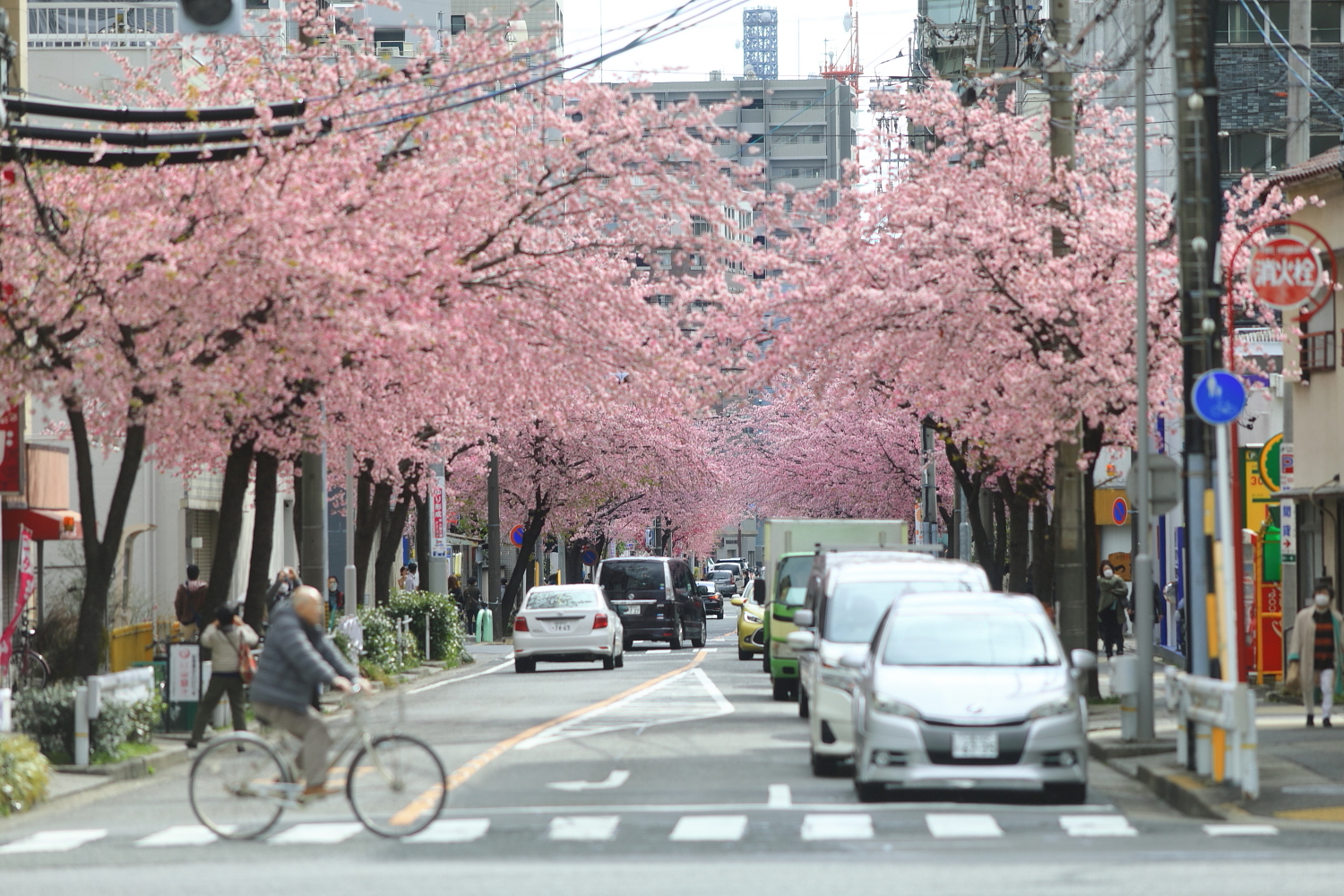
オオカンザクラの並木道

文化施設
- 愛知芸術文化センター（愛知県芸術劇場、愛知県美術館、愛知県文化情報センター）
- 愛知県勤労会館
- 愛知県庁本庁舎（重要文化財）
- 熱田神宮宝物館
- 荒木集成館
- 有松・鳴海絞会館
- 大須演芸場
- カトリック主税町教会
- 桑山美術館
- 名古屋市下水道科学館
- 国際デザインセンター
- 市営交通資料センター
- 昭和美術館
- 新名古屋ミュージカル劇場
- 戦争と平和の資料館ピースあいち
- 大一美術館
- 体感!しだみ古墳群ミュージアム
- 中日劇場
- でんきの科学館
- 徳川美術館（登録有形文化財）
- トヨタ産業技術記念館
- 中村公園記念館
- 名古屋海洋博物館
- 名古屋港水族館[94]
- 名古屋国際会議場
- 名古屋市科学館
- 名古屋市芸術創造センター
- 名古屋市公会堂
- 名古屋市市政資料館（重要文化財）
- 名古屋市農業センター
- 名古屋市農業文化園
- 名古屋市博物館
- 名古屋市蓬左文庫
- 名古屋市美術館
- 名古屋市民会館
- 名古屋市役所本庁舎（重要文化財）
- 名古屋大学博物館
- 名古屋陶磁器会館（登録有形文化財）
- 名古屋東洋官窯陶磁美術館
- 名古屋能楽堂
- 名古屋ボストン美術館（2018年閉館）
- 南極の博物館（南極観測船ふじ）
- 日本独楽博物館
- ノリタケの森
- 歯の博物館
- 東山動植物園
- 秀吉清正記念館
- ブラザーミュージアム
- 古川美術館
- 文化のみち二葉館（旧川上貞奴邸）
- 文化のみち橦木館（旧井元為三郎邸）
- 文化のみち百花百草（旧岡谷邸）
- 旧豊田佐助邸
- ホーユーヘアカラーミュージアム
- 堀美術館
- マンドリンの音の博物館
- 御園座
- 貨幣・浮世絵ミュージアム
- 森村記念館
- ヤマザキマザック美術館
- 揚輝荘
- 横山美術館
- 楽只美術館
- リニア・鉄道館〜夢と想い出のミュージアム
- 渡辺健一トリックアート美術館

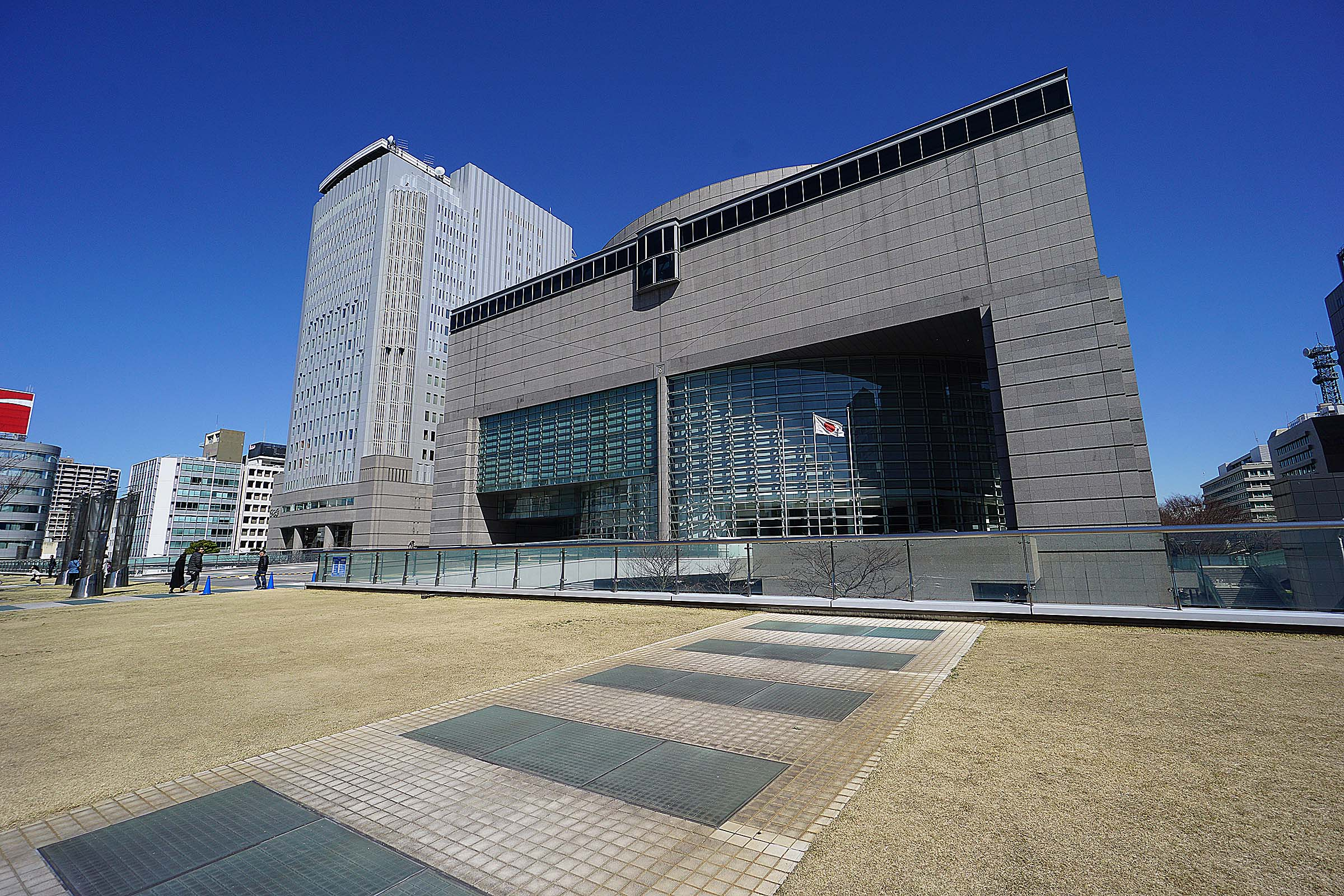
愛知芸術文化センター
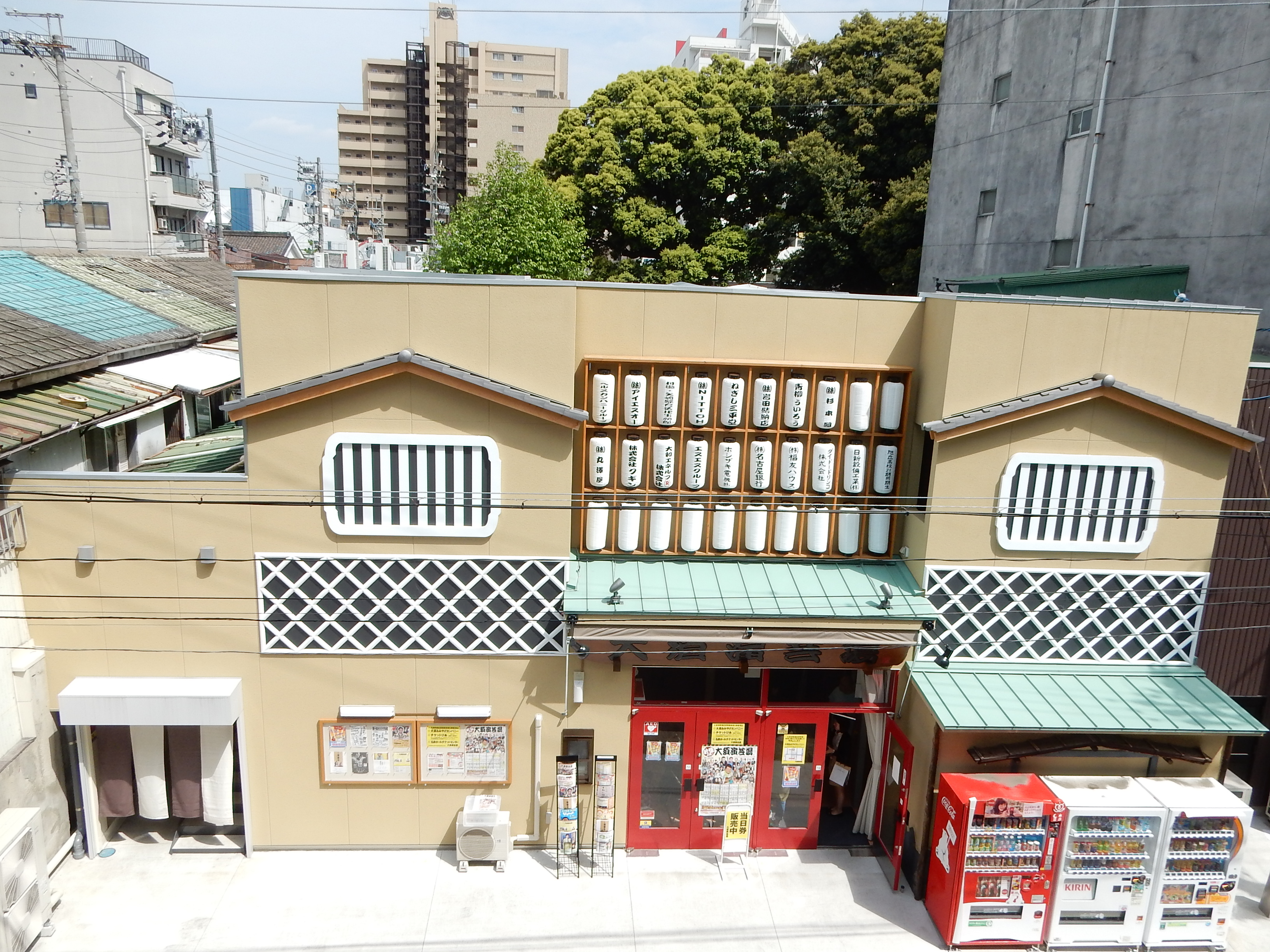
大須演芸場
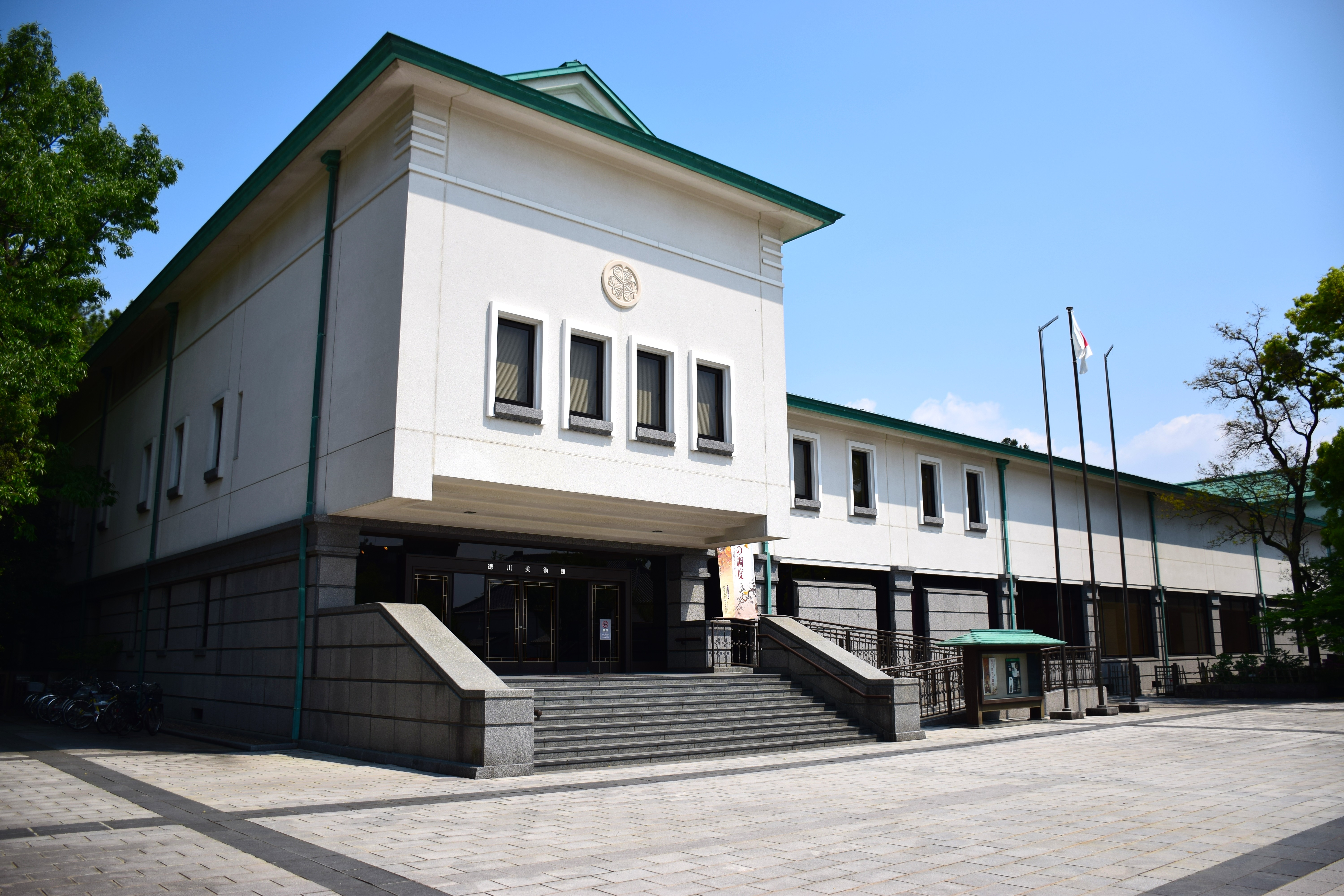
徳川美術館
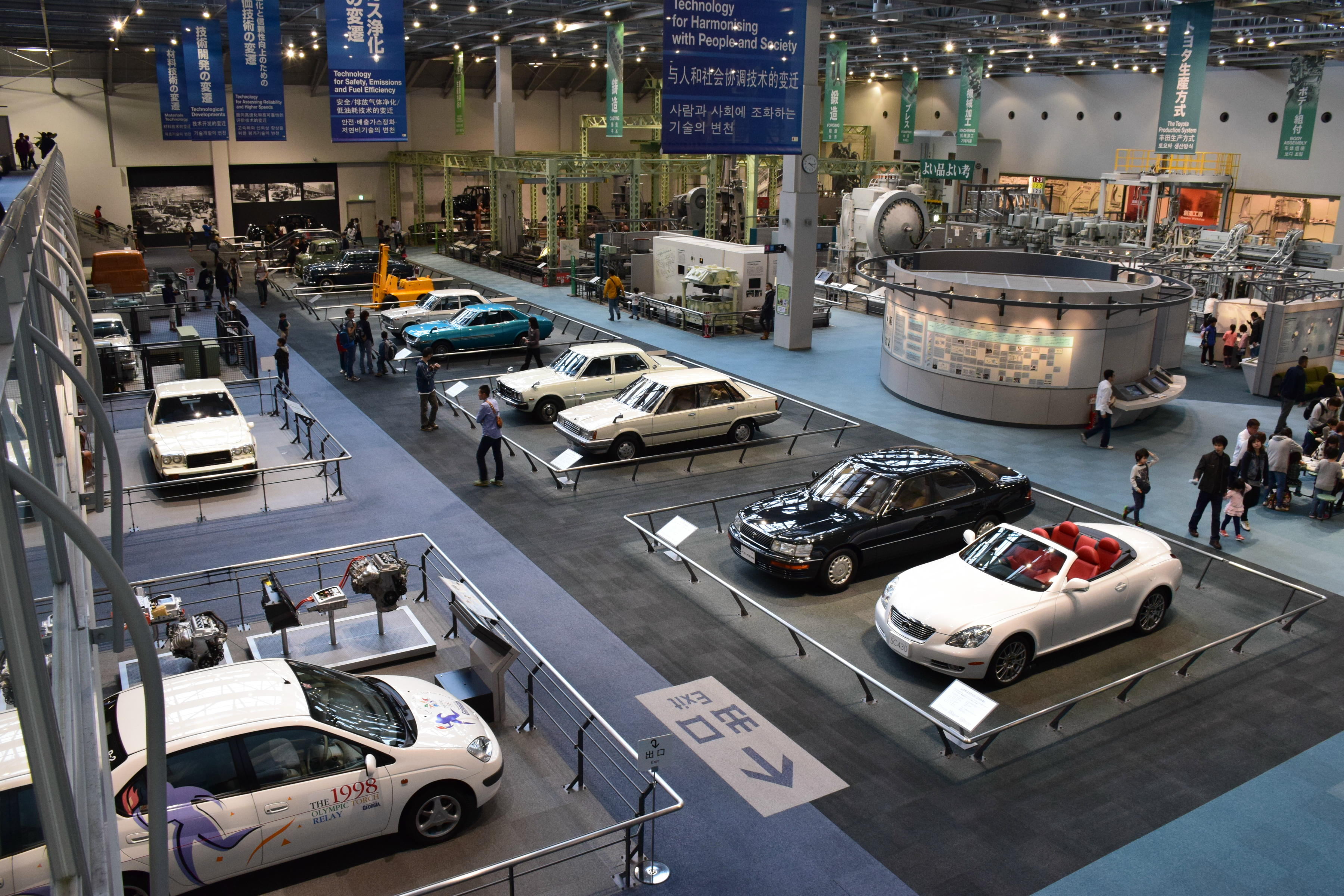
トヨタ産業技術記念館
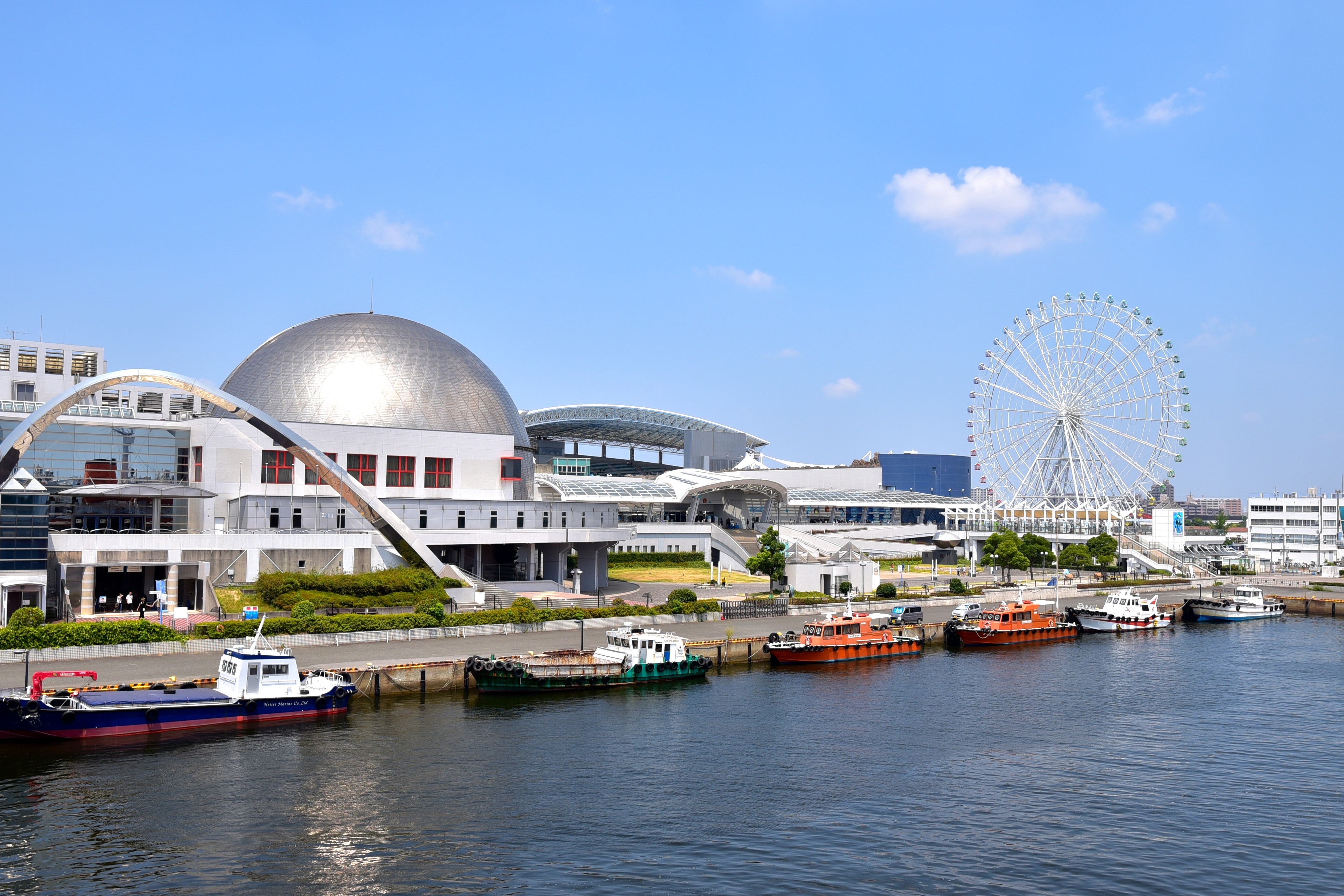
名古屋港水族館
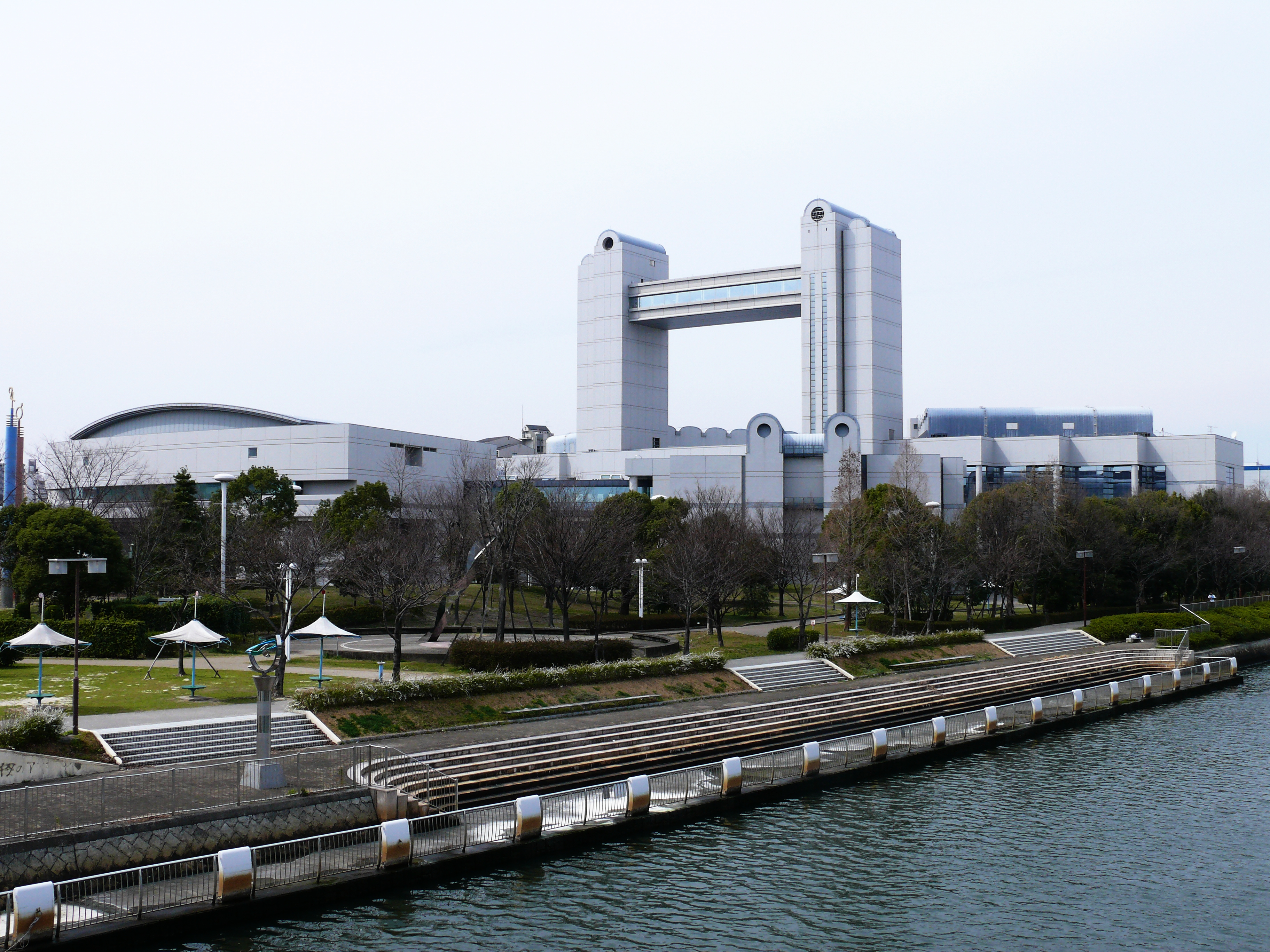
名古屋国際会議場
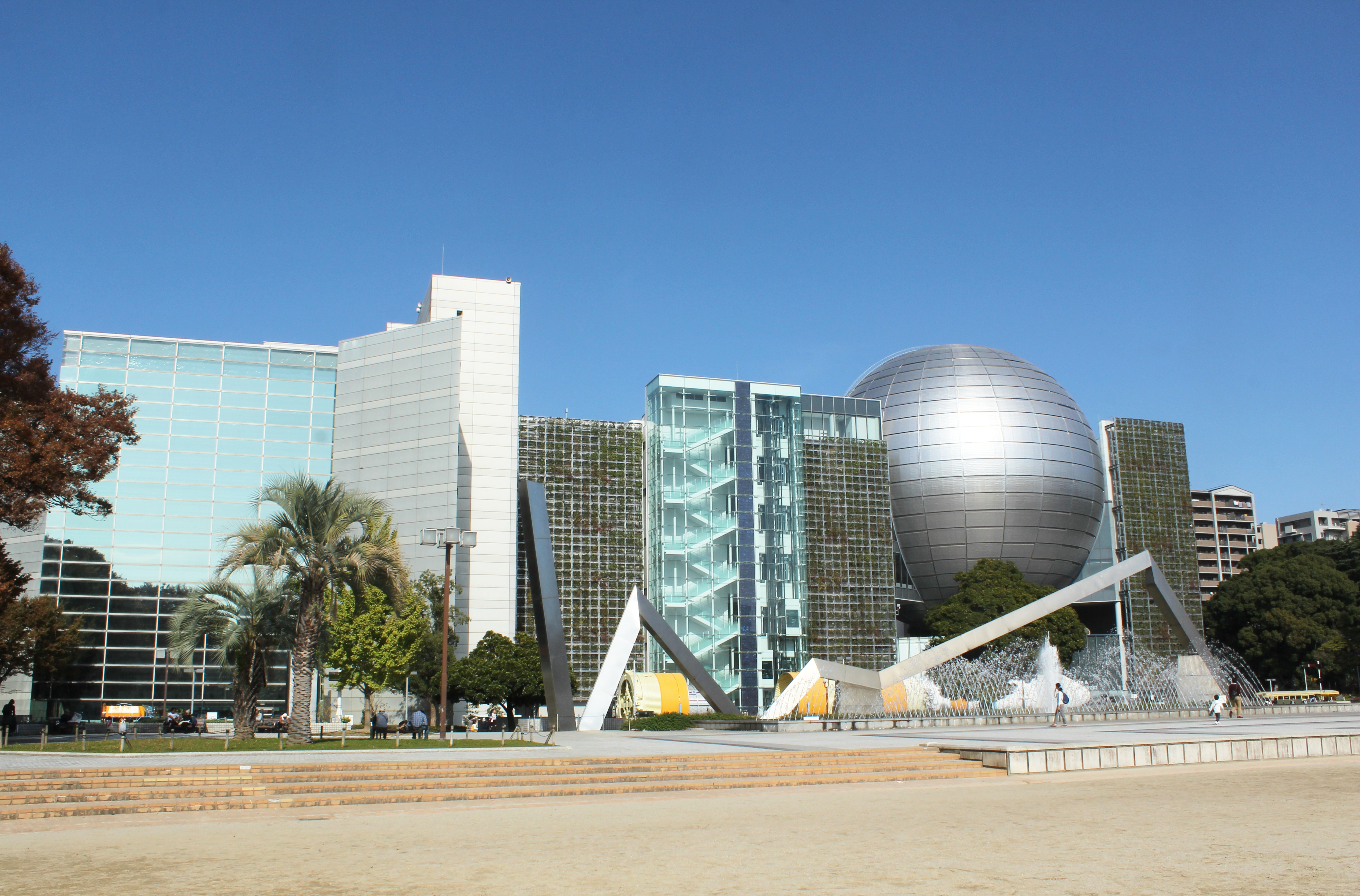
名古屋市科学館
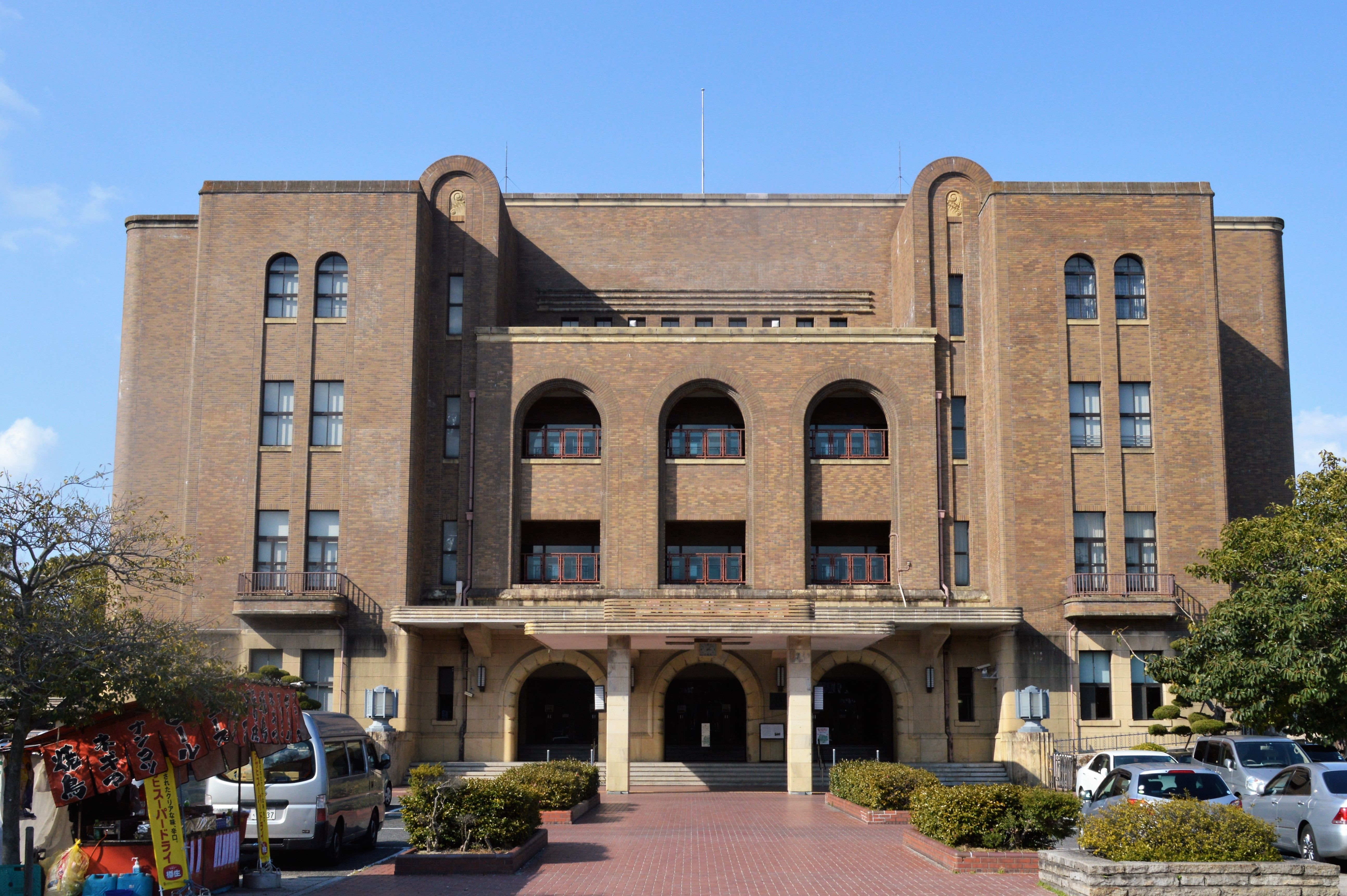
鶴舞公園にある名古屋市公会堂
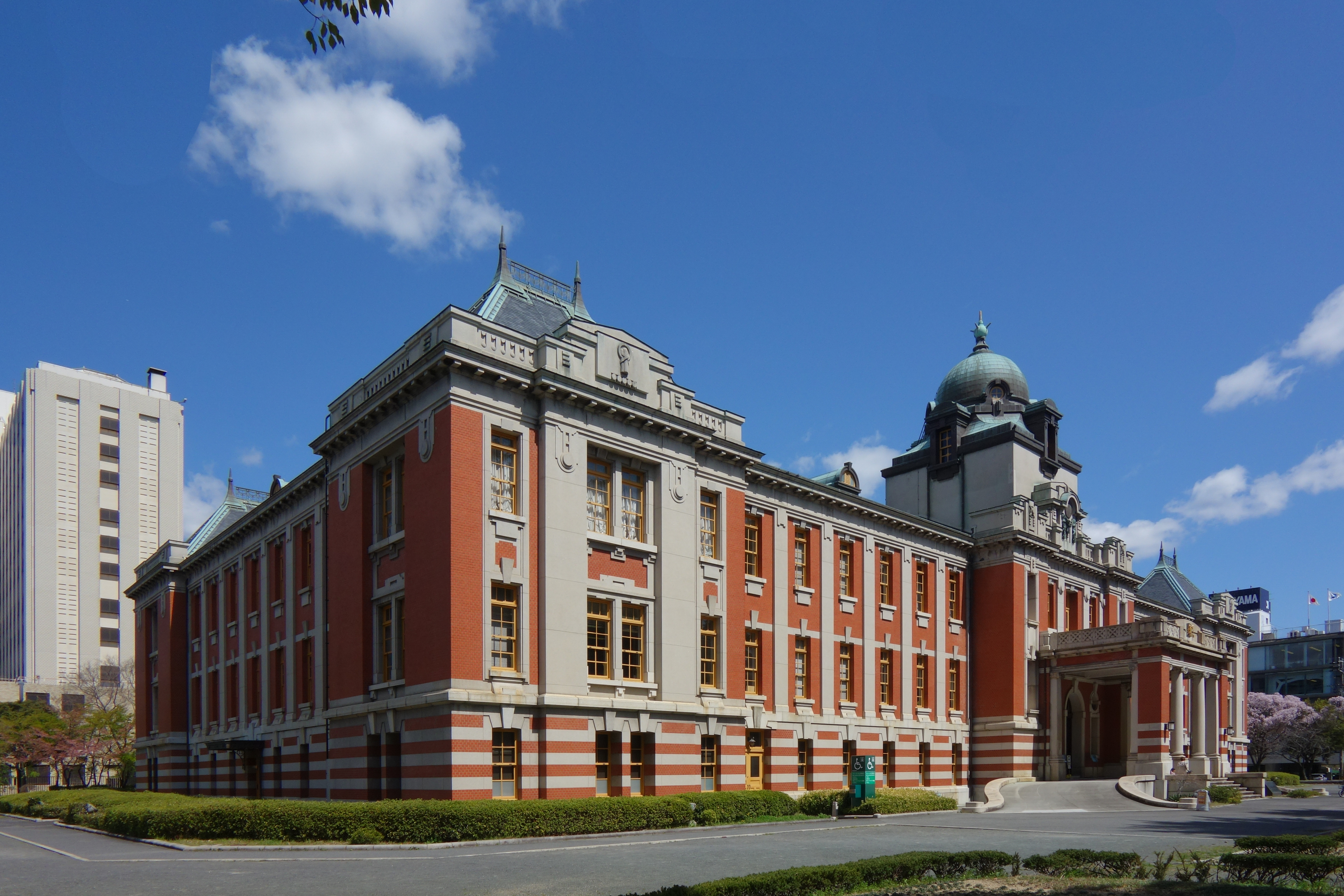
名古屋市市政資料館
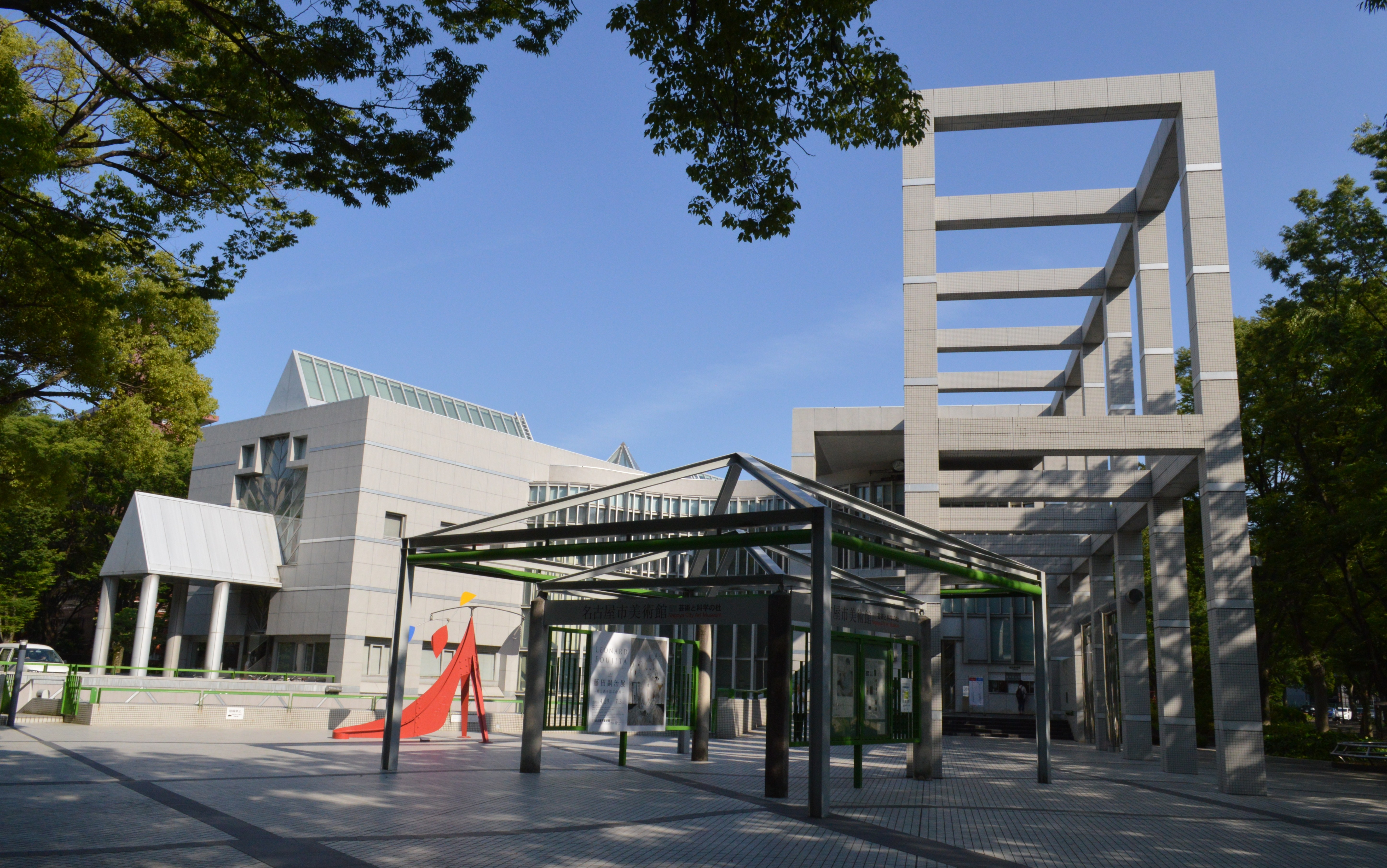
名古屋市美術館
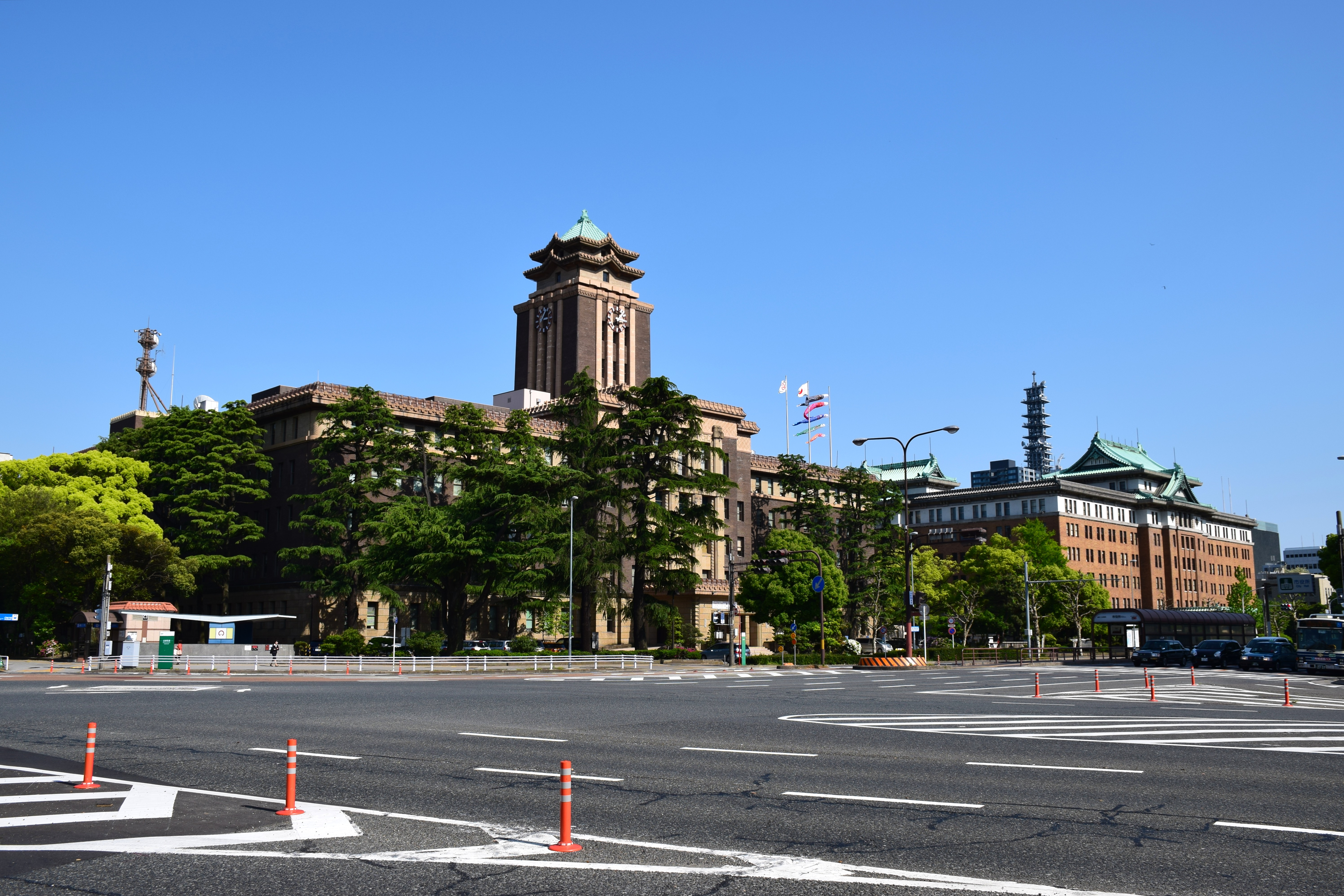
名古屋市役所（左）と愛知県庁（右）
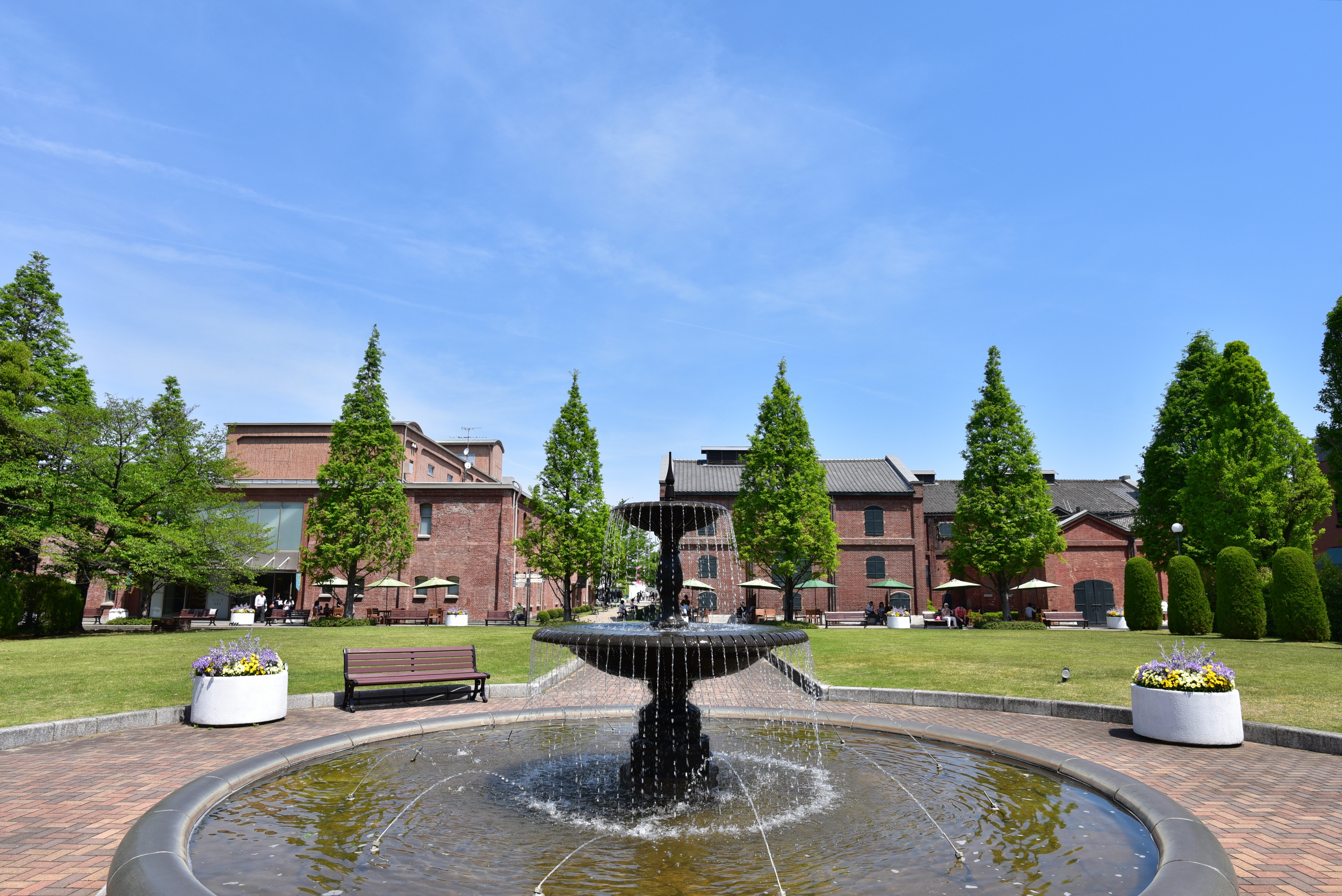
ノリタケの森
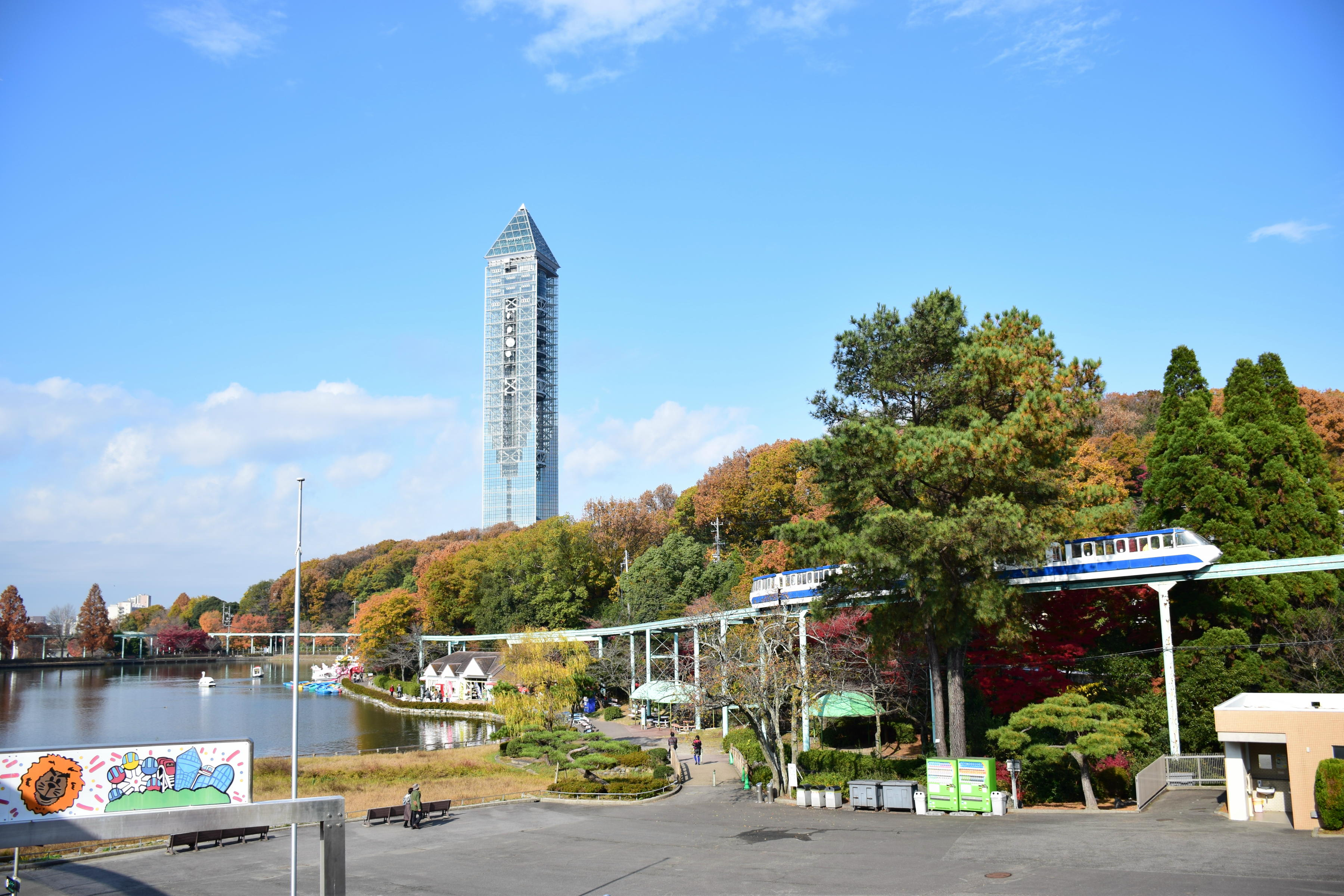
東山動植物園
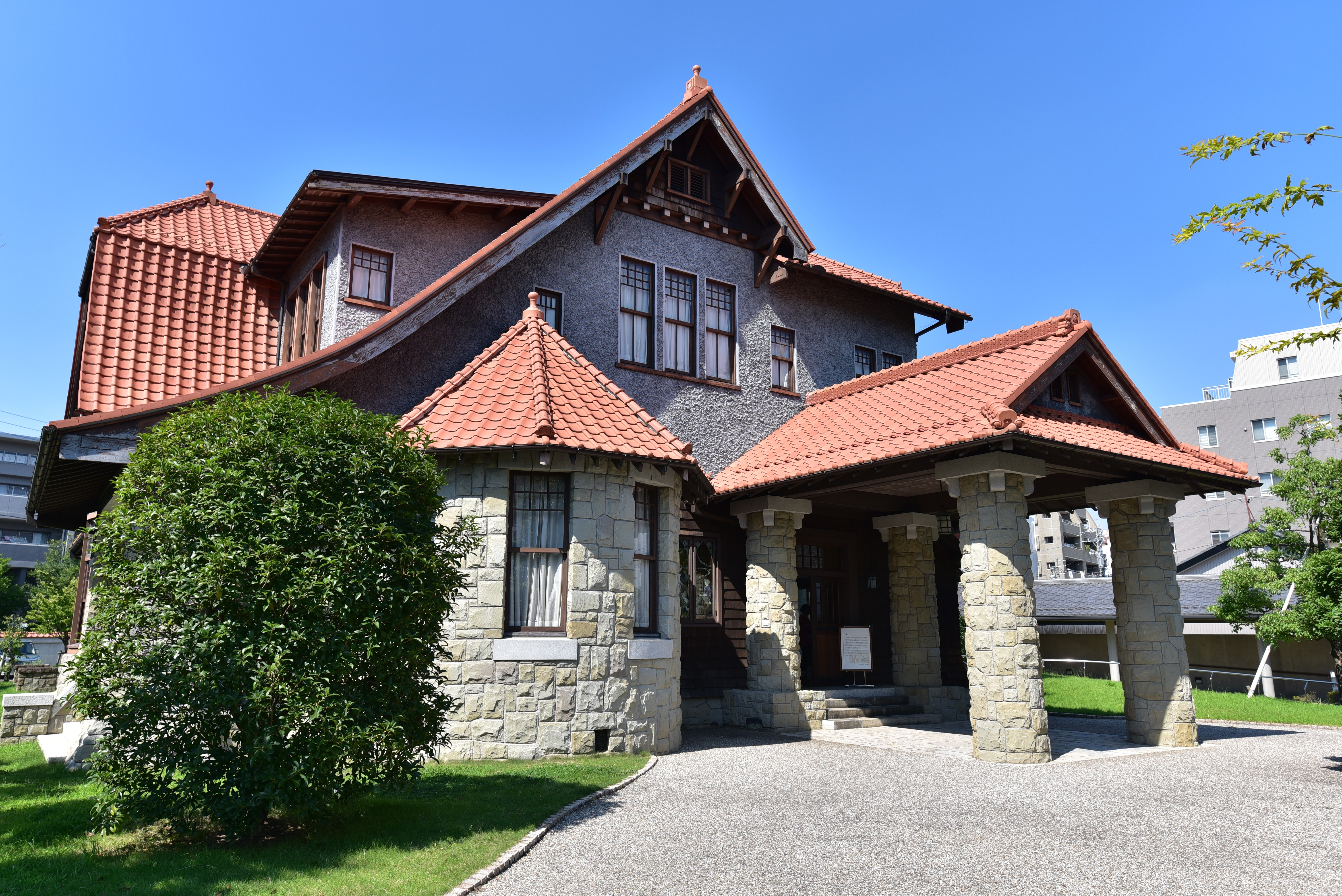
文化のみち二葉館
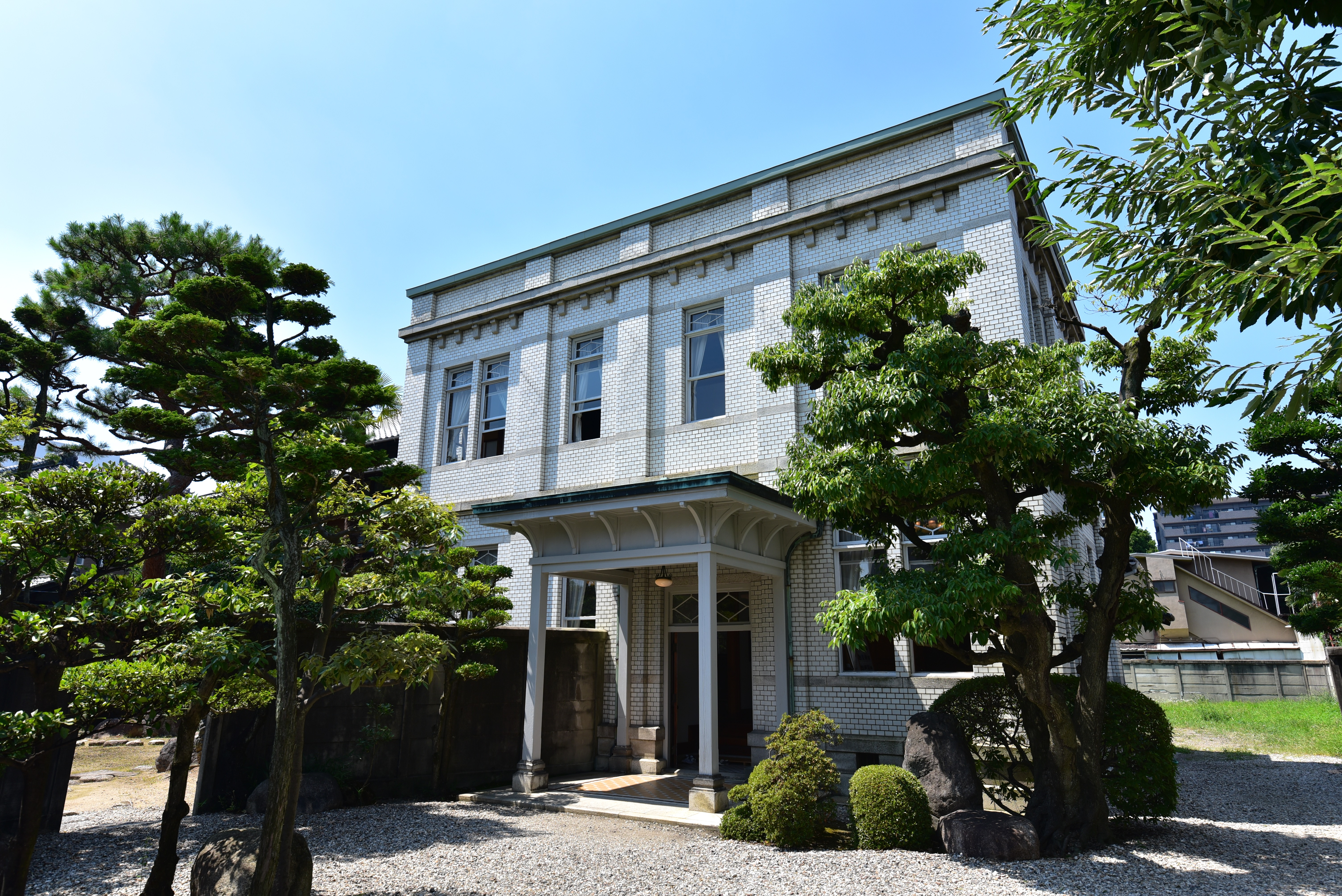
旧豊田佐助邸
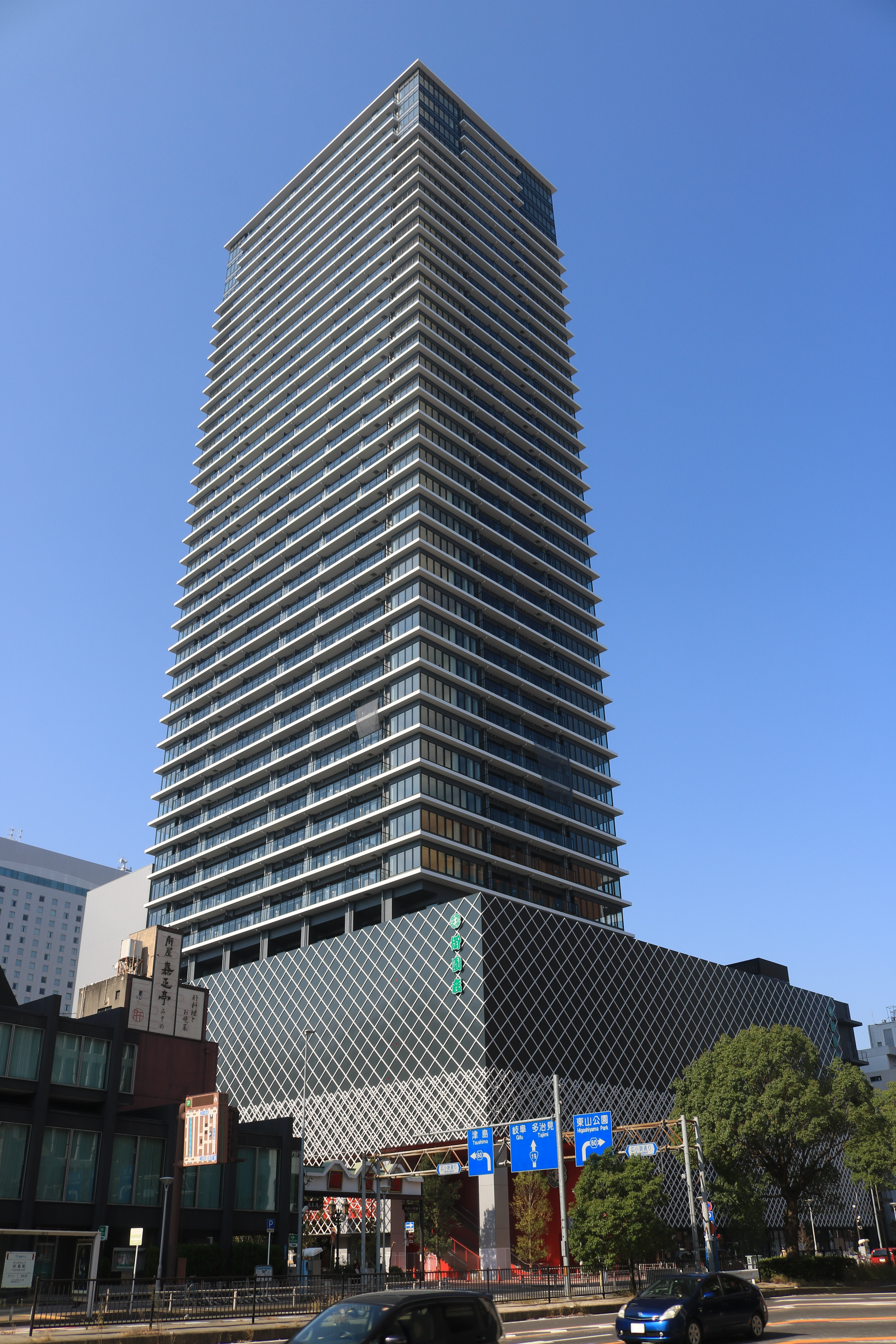
御園座
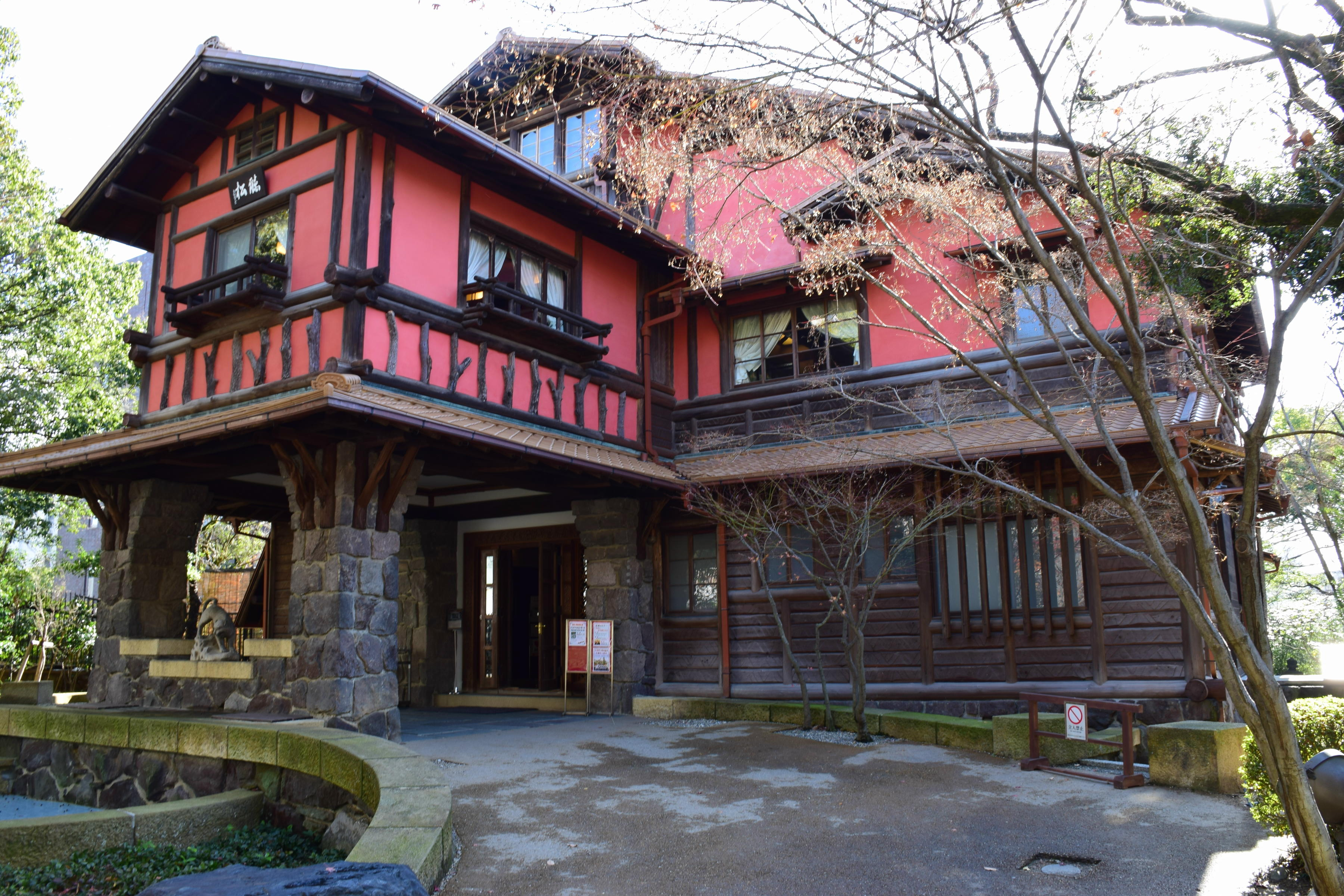
揚輝荘
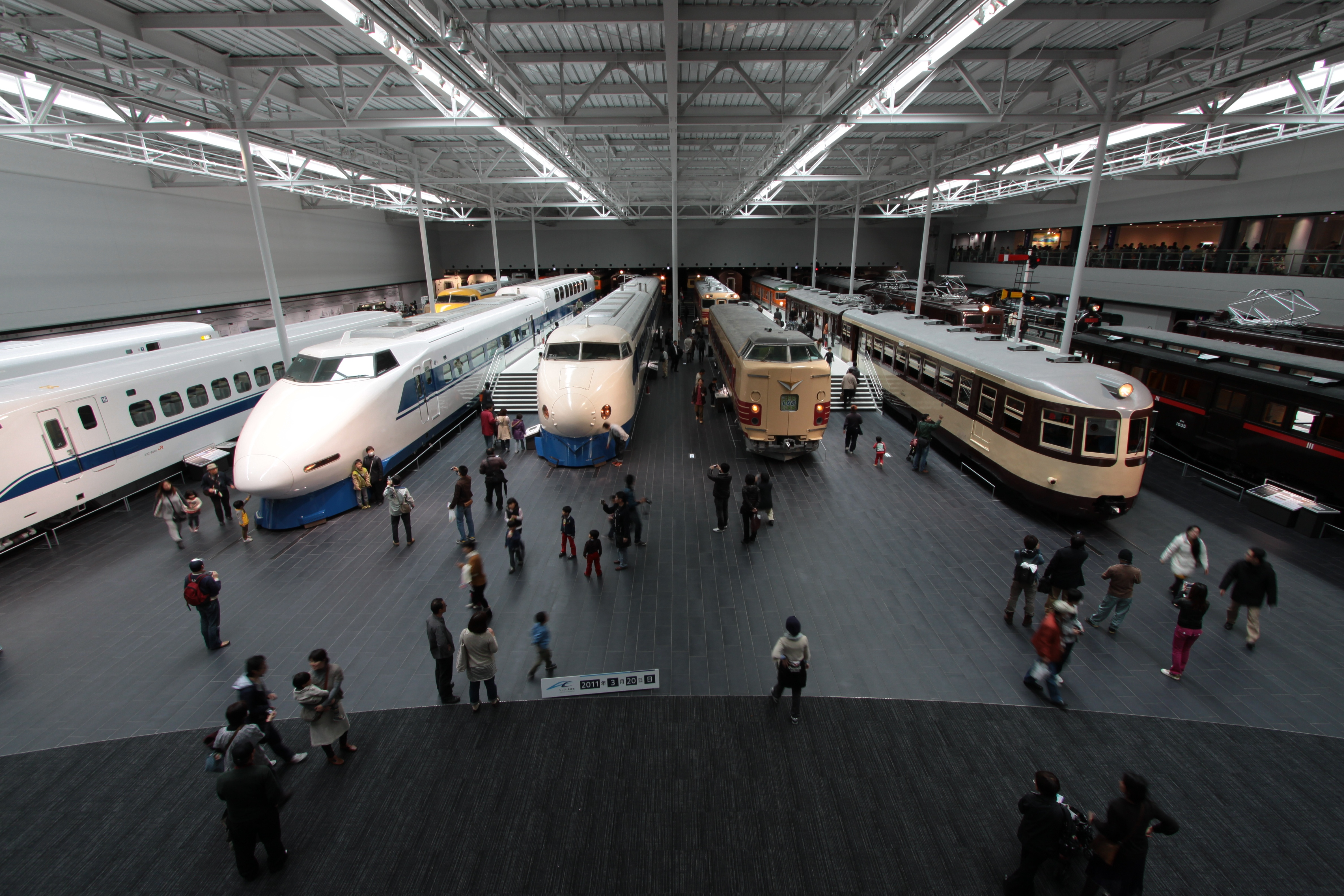
リニア・鉄道館

スポーツ施設
- ナゴヤドーム
- ナゴヤ球場
- 熱田神宮公園野球場
- 名古屋市瑞穂公園

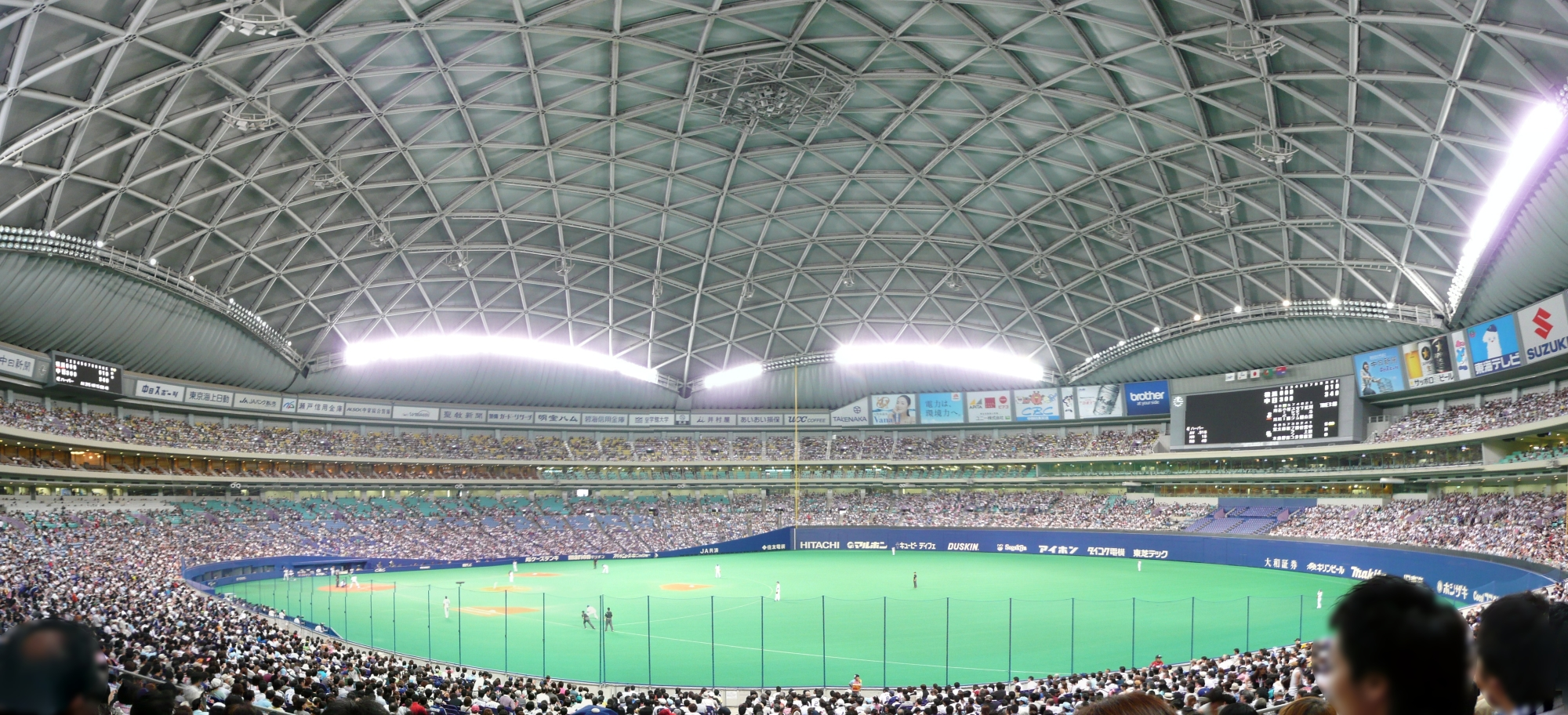
中日ドラゴンズのホーム、ナゴヤドーム

  - 名古屋市瑞穂公園陸上競技場 (パロマ瑞穂スタジアム)
  - 名古屋市瑞穂公園ラグビー場（球技場）
  - 名古屋市瑞穂公園野球場
- 名古屋市総合体育館（日本ガイシ スポーツプラザ）
- 愛知県体育館
- 愛知県スポーツ会館
- 愛知県武道館
- テバオーシャンアリーナ
- 名古屋市体育館
- 名古屋競輪場
- 稲永スポーツセンター
- 東山公園テニスセンター
- 邦和みなと スポーツ&カルチャー
- 名古屋スポーツセンター
- 昭和スポーツセンター
- 緑スポーツセンター
- 東スポーツセンター（カルポート東）
- 千種スポーツセンター
- 守山スポーツセンター
- 星ヶ丘ボウル
- ナゴヤインドアテニスクラブ

### その他の観光スポット
栄・大須エリア
- オアシス21
- サンシャイン栄
- 久屋大通公園
  - 名古屋テレビ塔
- 大須商店街
- ナディアパーク
- テラッセ納屋橋

名駅エリア
- モード学園スパイラルタワーズ
- JRセントラルタワーズ
- JRゲートタワー
- ミッドランドスクエア
- 名古屋ルーセントタワー
- ささしまライブ24
- 円頓寺商店街
- 柳橋中央市場

千種エリア
- 東山スカイタワー
- 星が丘テラス

大曽根エリア
- OZモール
- ナゴヤドーム

金山エリア
- アスナル金山
- 金山南ビル
- ループ金山

湾岸エリア
- 名古屋港ガーデンふ頭
  - 名古屋港ポートビル
  - 名古屋港シートレインランド
  - JETTY
- 名古屋港ワイルドフラワーガーデン ブルーボネット
- レゴランド・ジャパン・ナゴヤ

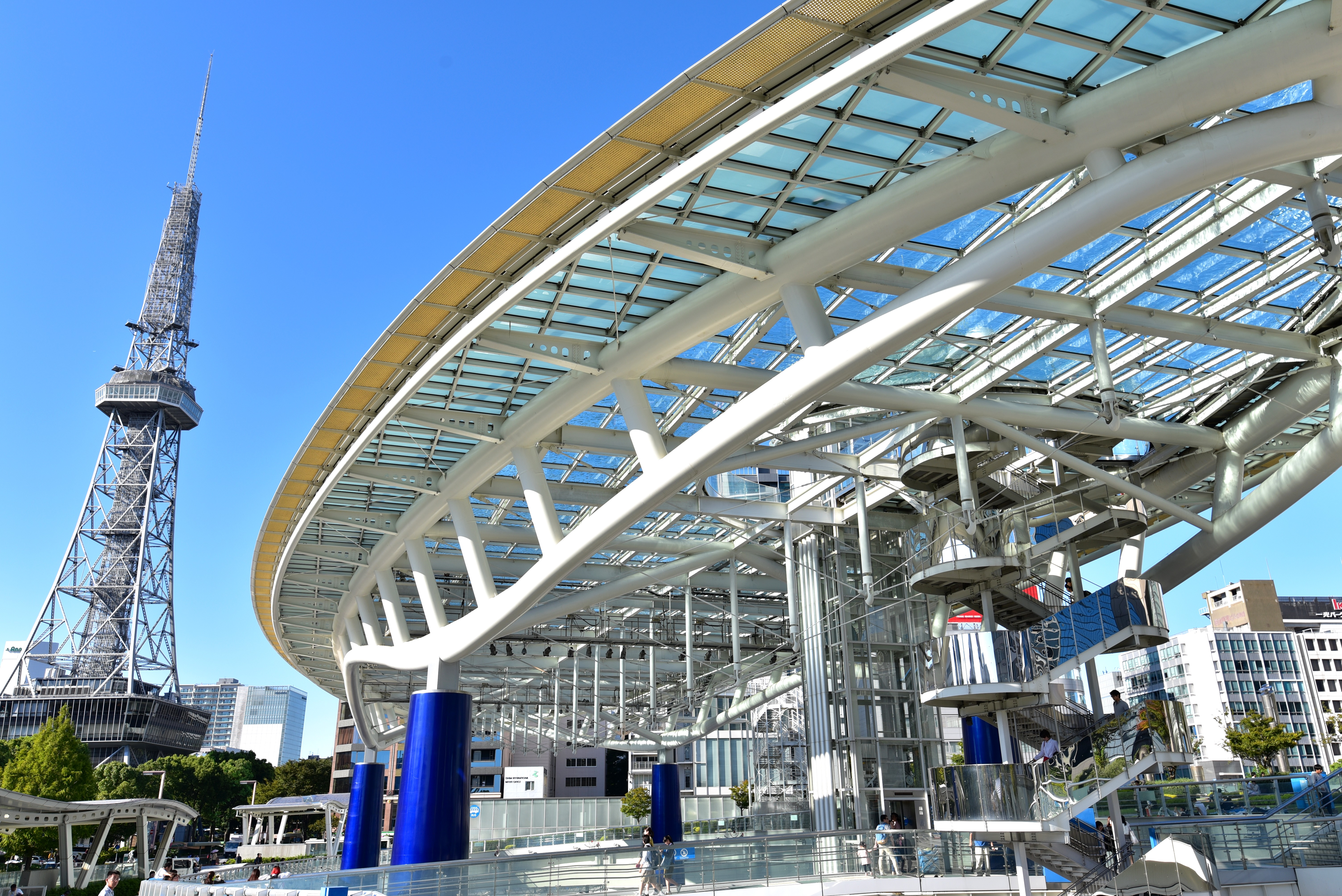
オアシス21とテレビ塔（栄地区）
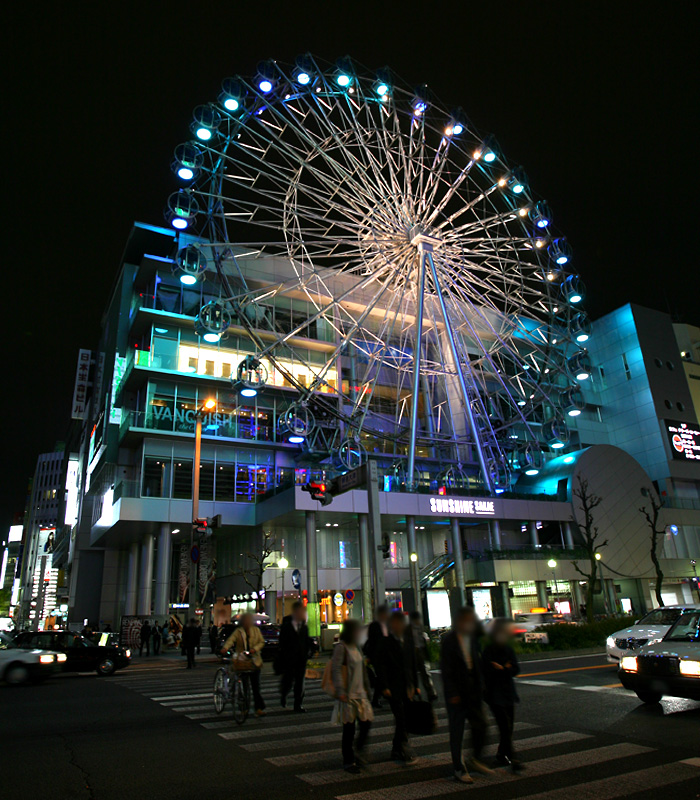
サンシャイン栄
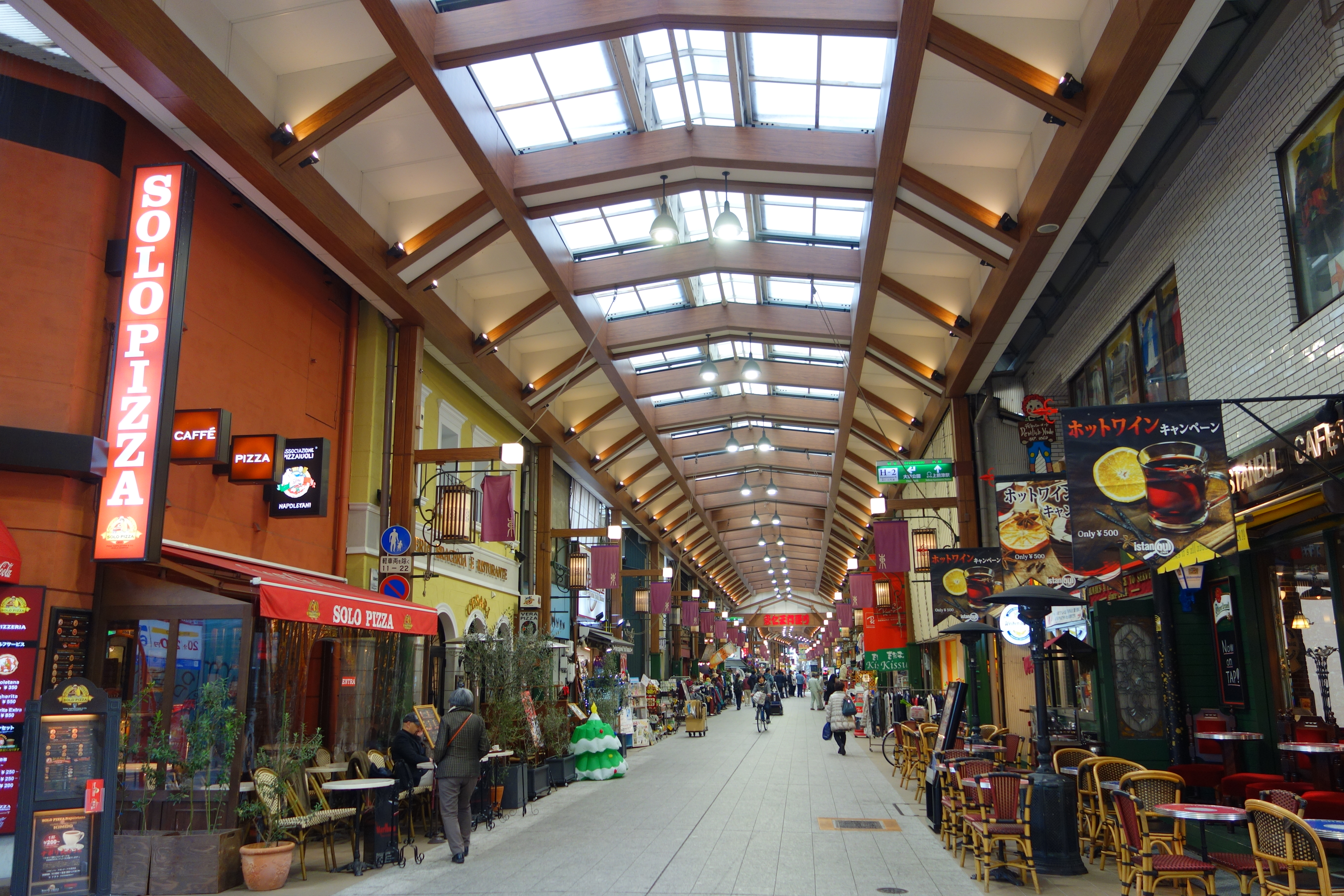
大須商店街
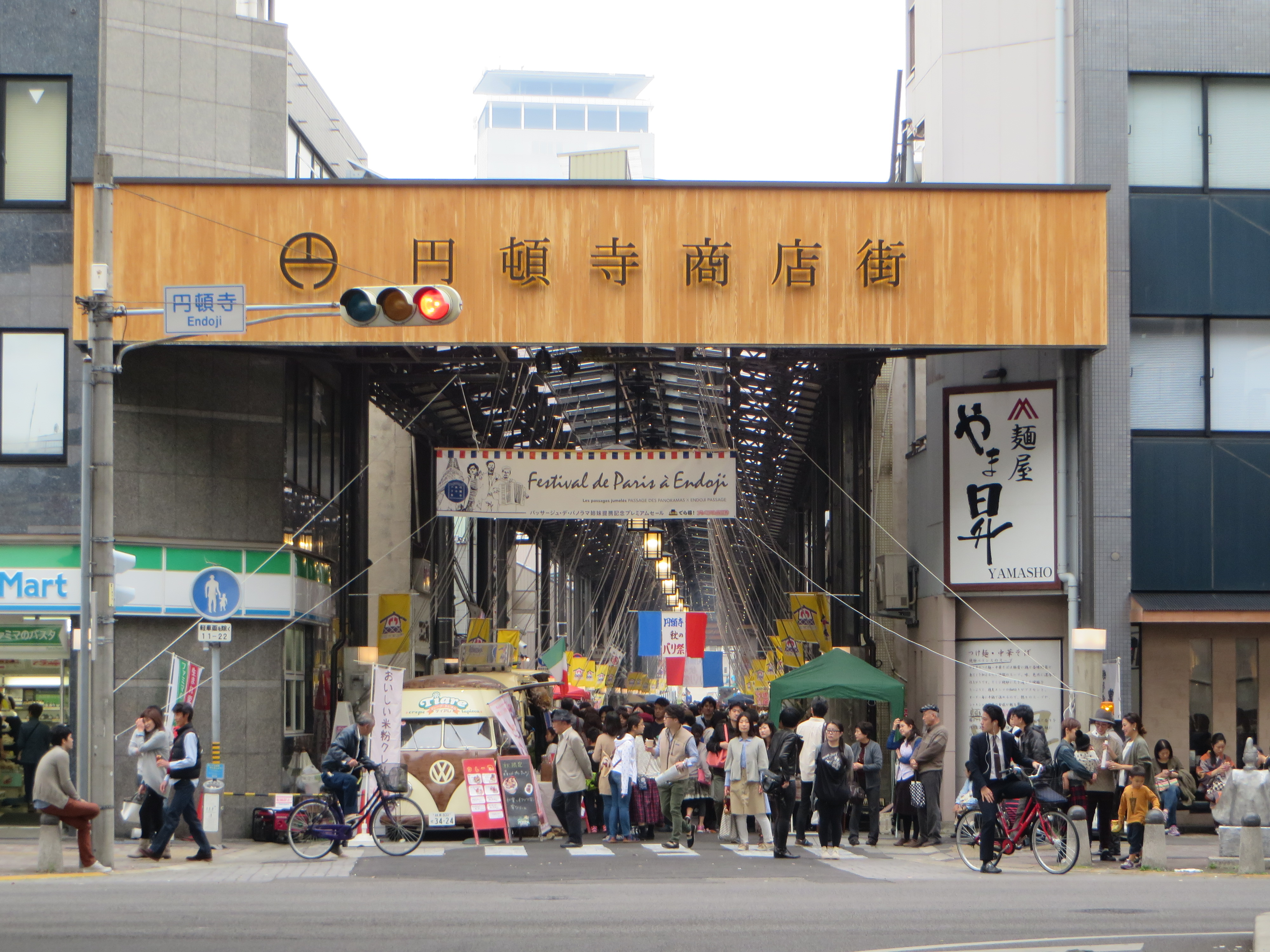
円頓寺商店街
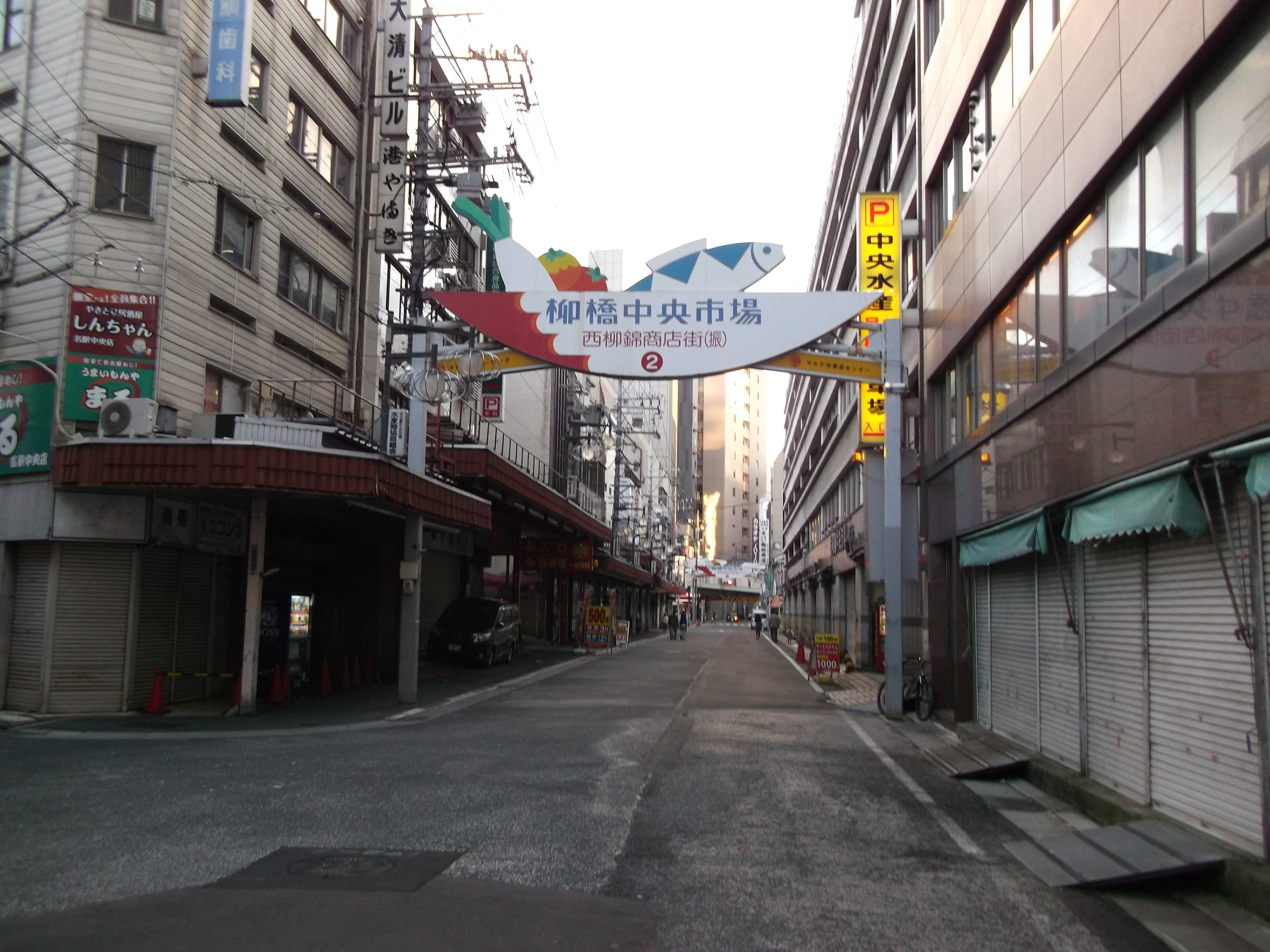
柳橋中央市場
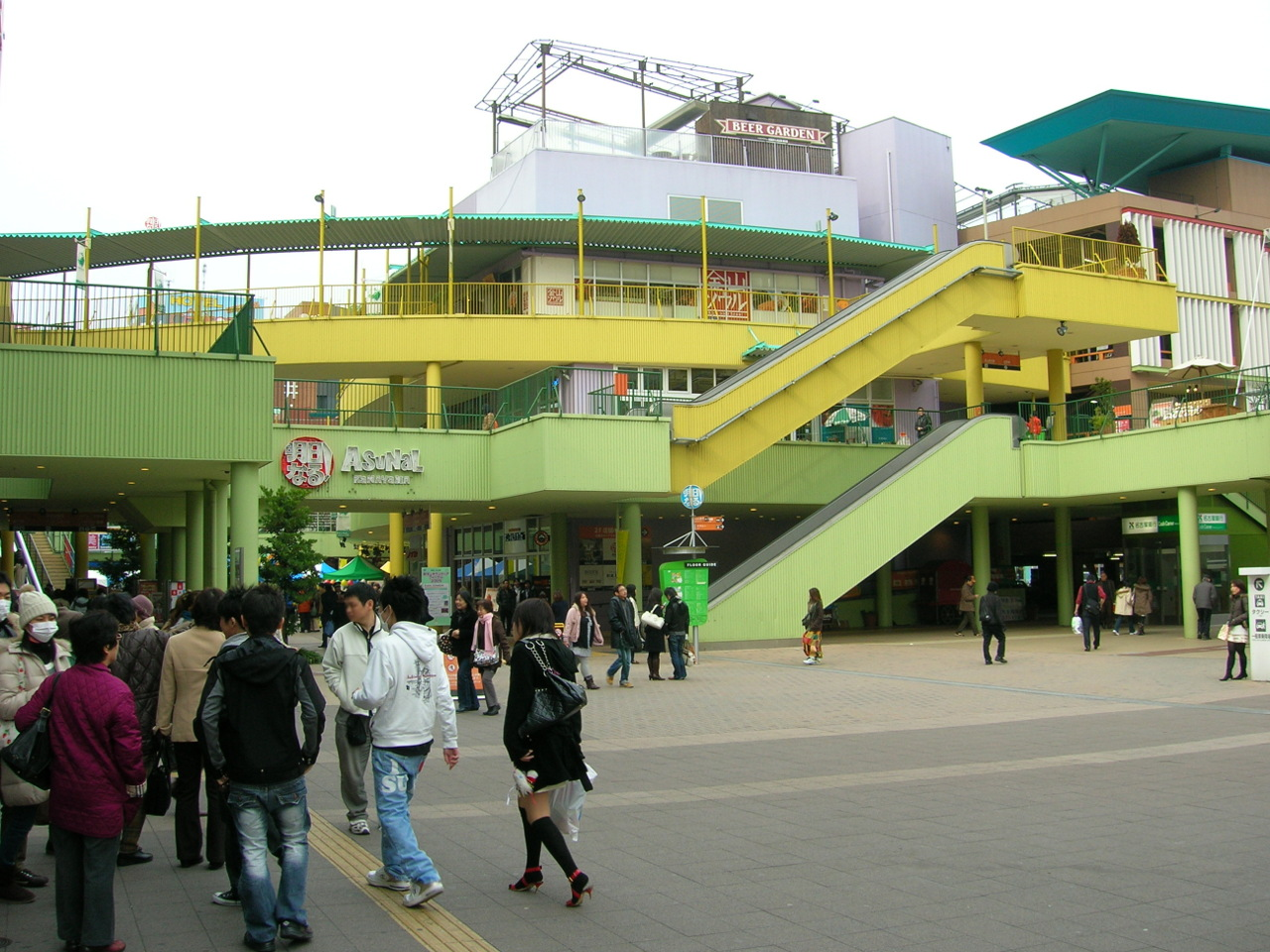
アスナル金山
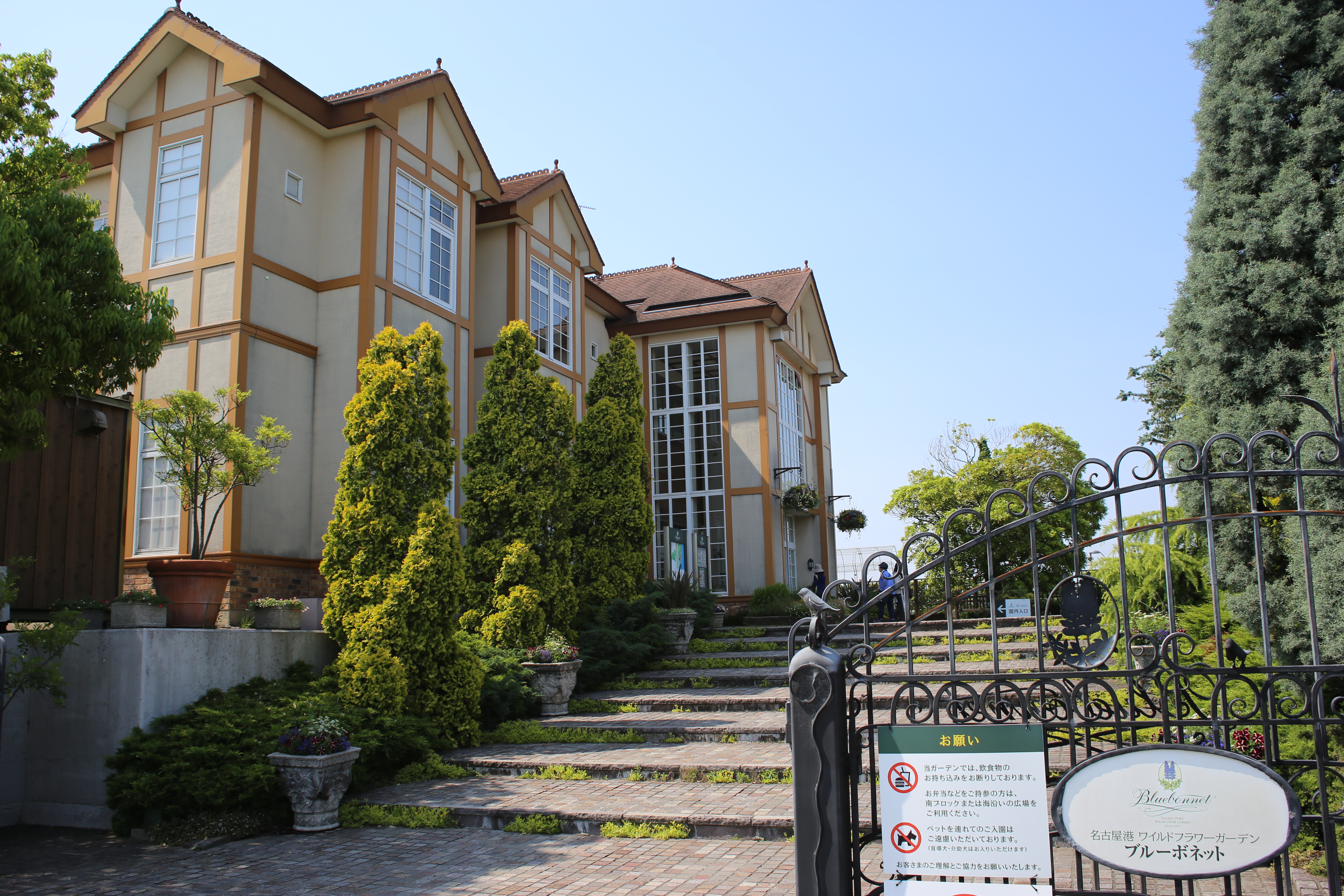
ブルーボネット
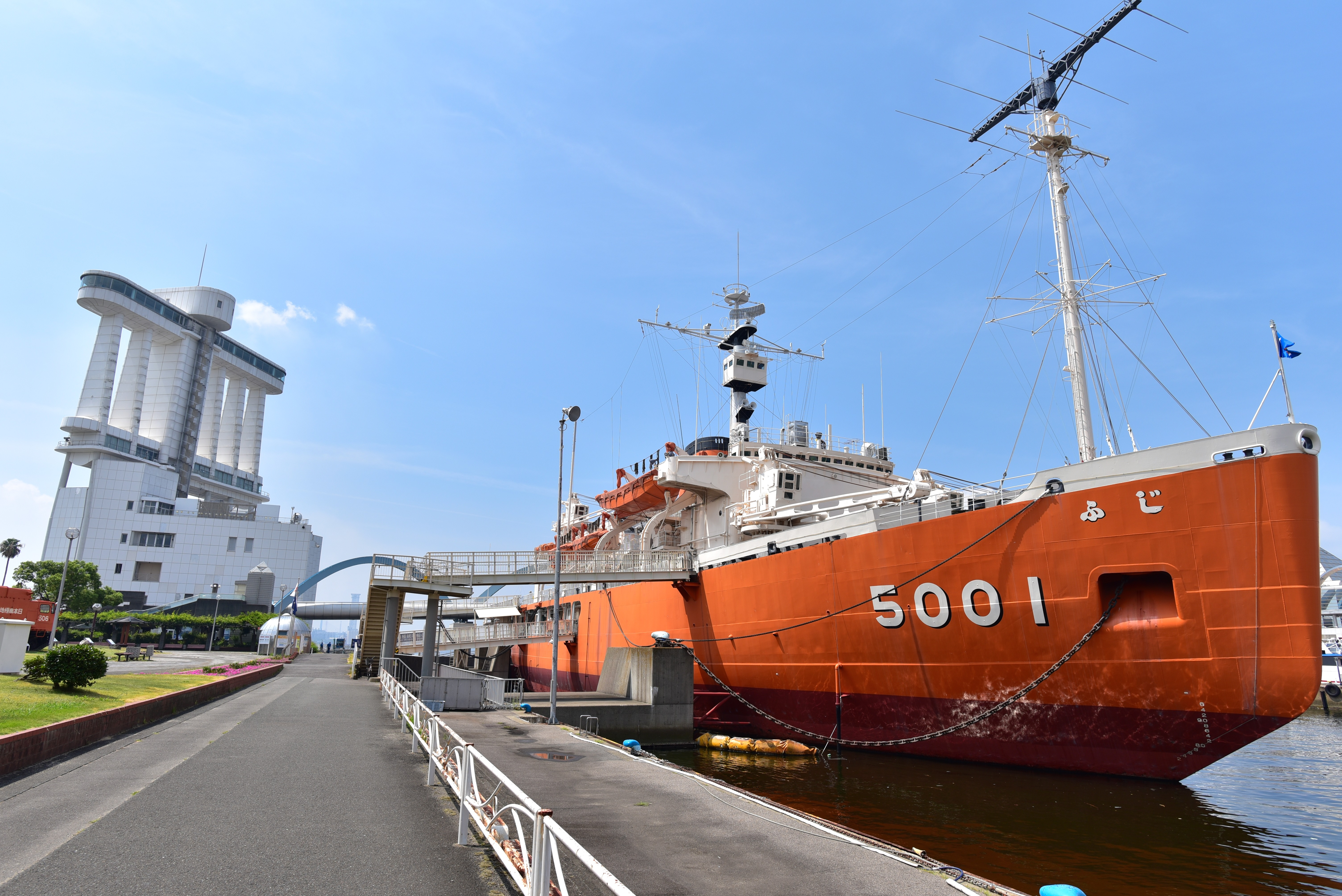
名古屋港ポートビルと南極観測船ふじ
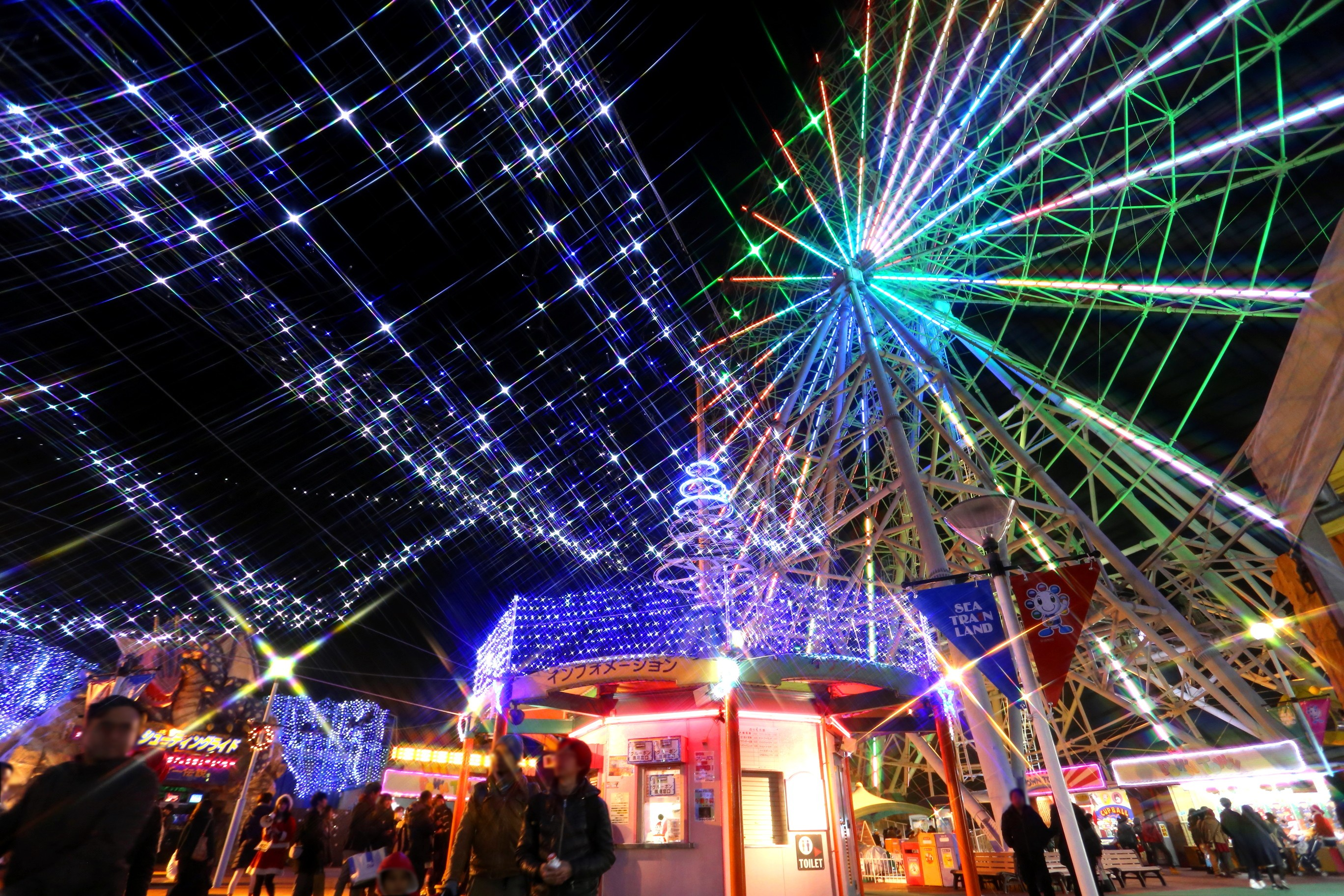
シートレインランド
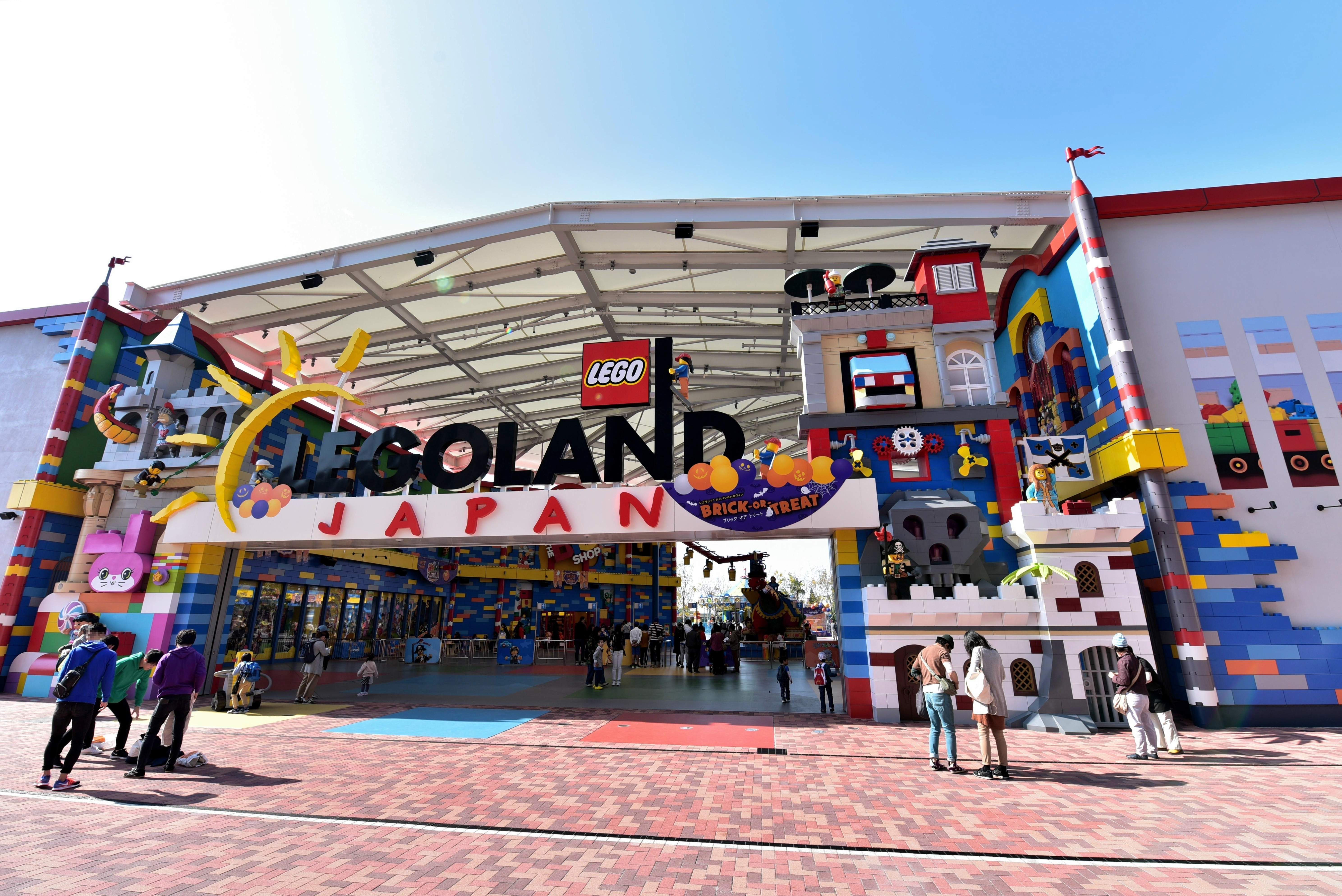
LEGOLAND JAPAN(レゴランド・ジャパン

## 文化・名物

### 文化財

#### 建造物
重要文化財（国指定）
- 観音寺多宝塔 - 観音寺（荒子観音）（中川区荒子町）
- 竜泉寺仁王門 - 龍泉寺（守山区竜泉寺）
- 名古屋城西南隅櫓 - 名古屋城内（中区本丸）
- 名古屋城東南隅櫓 - 名古屋城内（中区本丸）
- 名古屋城西北隅櫓 - 名古屋城内（中区本丸）
- 名古屋城表二の門 - 名古屋城内（中区本丸）
- 富部神社本殿 - 富部神社（南区呼続）
- 名古屋城二之丸大手二之門 - 名古屋城内（中区二の丸）
- 名古屋城旧二之丸東二之門 - 名古屋城内（中区本丸）
- 興正寺五重塔 - 興正寺（昭和区八事本町）
- 旧名古屋控訴院地方裁判所区裁判所庁舎 - 東区白壁
- 東山植物園温室前館 - 千種区田代町
- 名古屋市庁舎 - 中区三の丸
- 愛知県庁舎 - 中区三の丸
- 名古屋テレビ塔　1基 - 中区錦

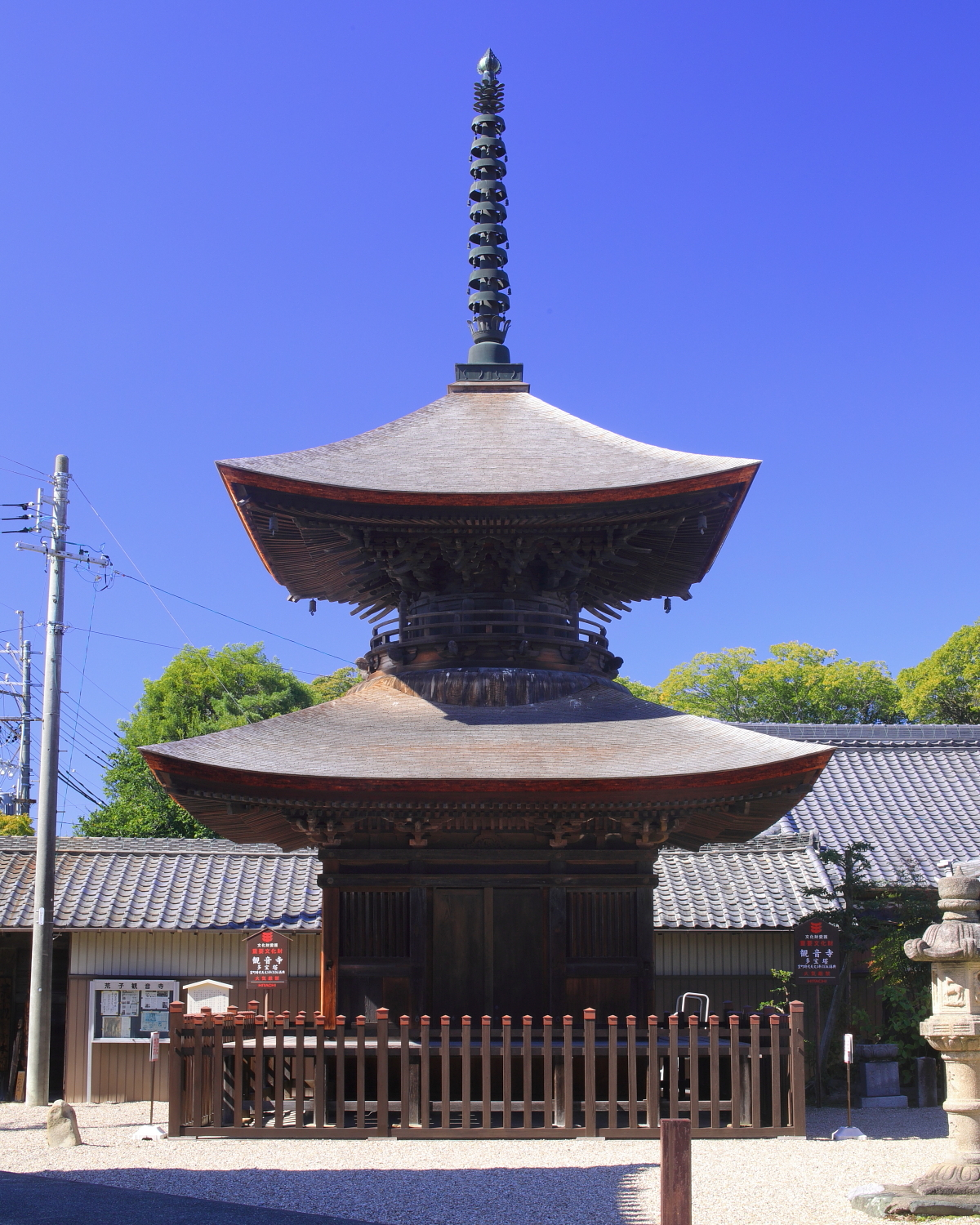
荒子観音多宝塔 （2022年10月）
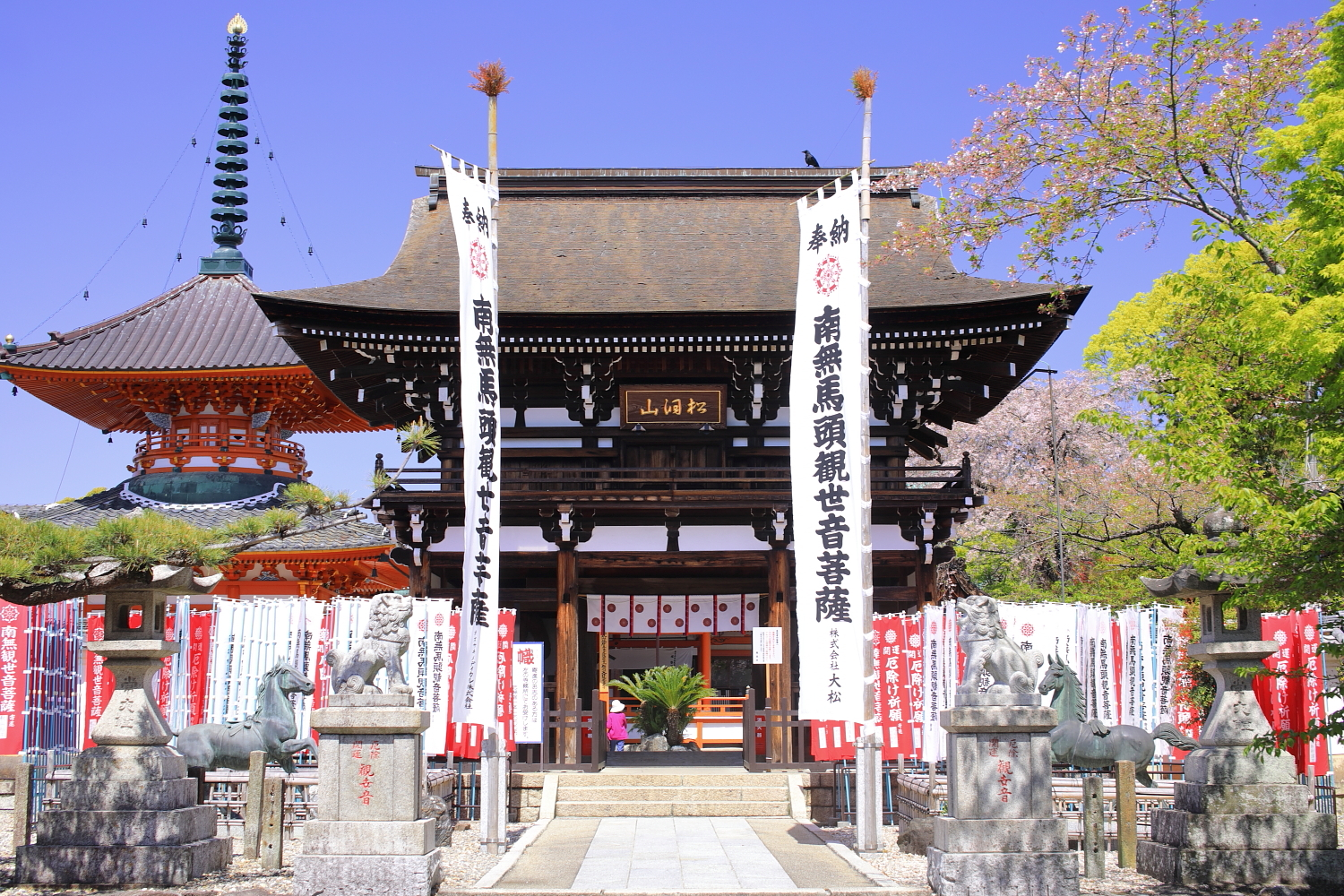
龍泉寺仁王門 （2021年4月）
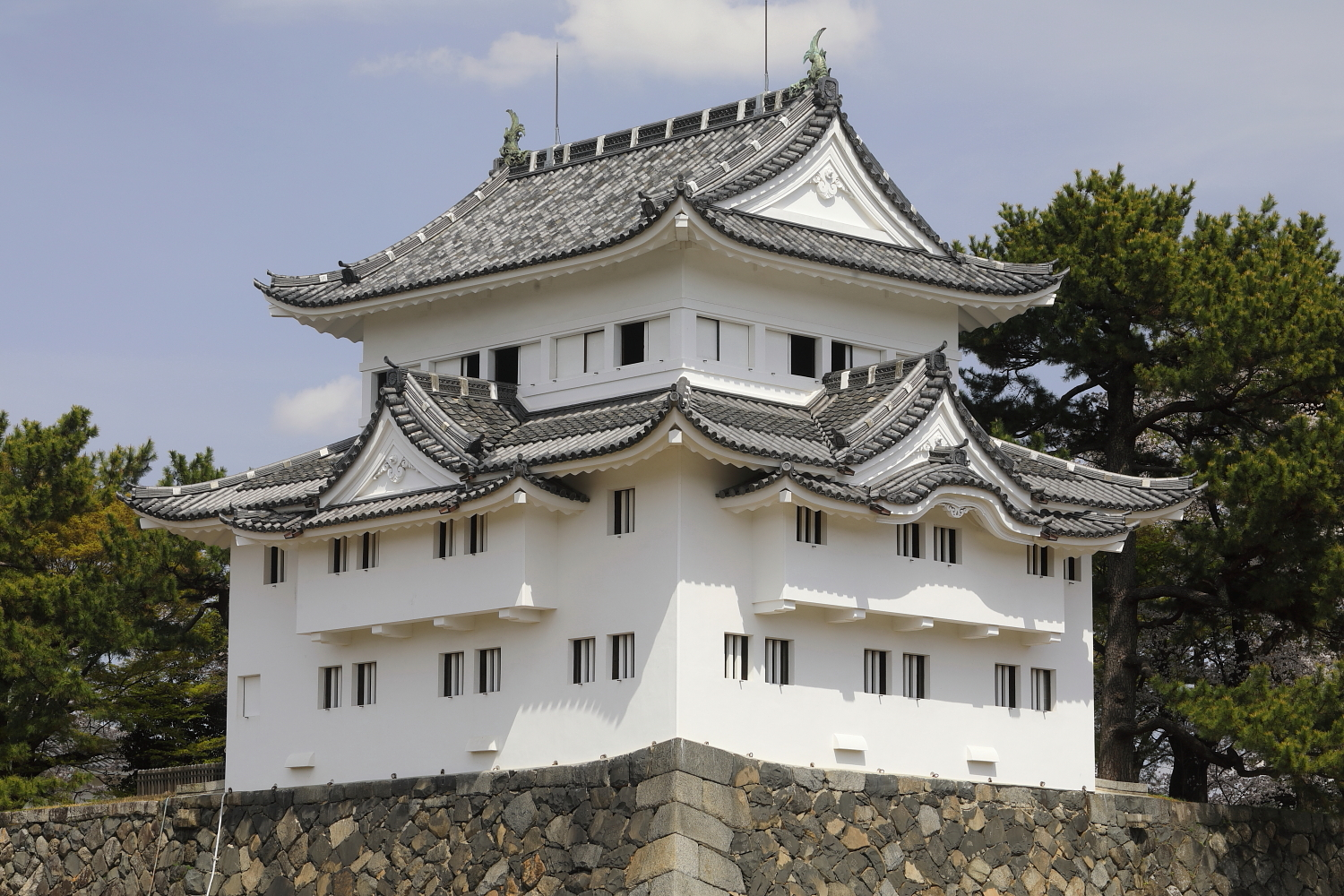
名古屋城西南隅櫓 （2022年3月）
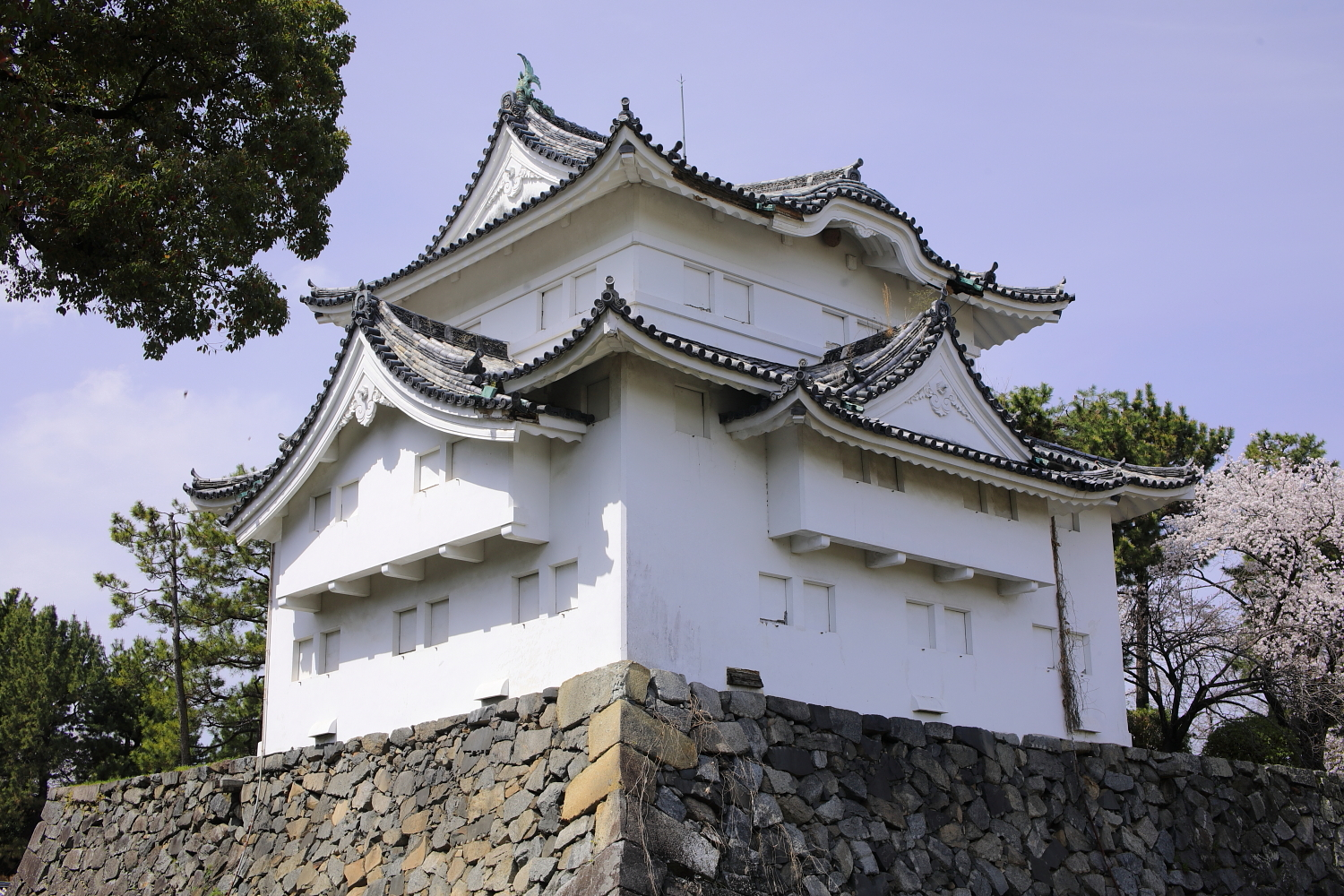
名古屋城東南隅櫓 （2022年3月）
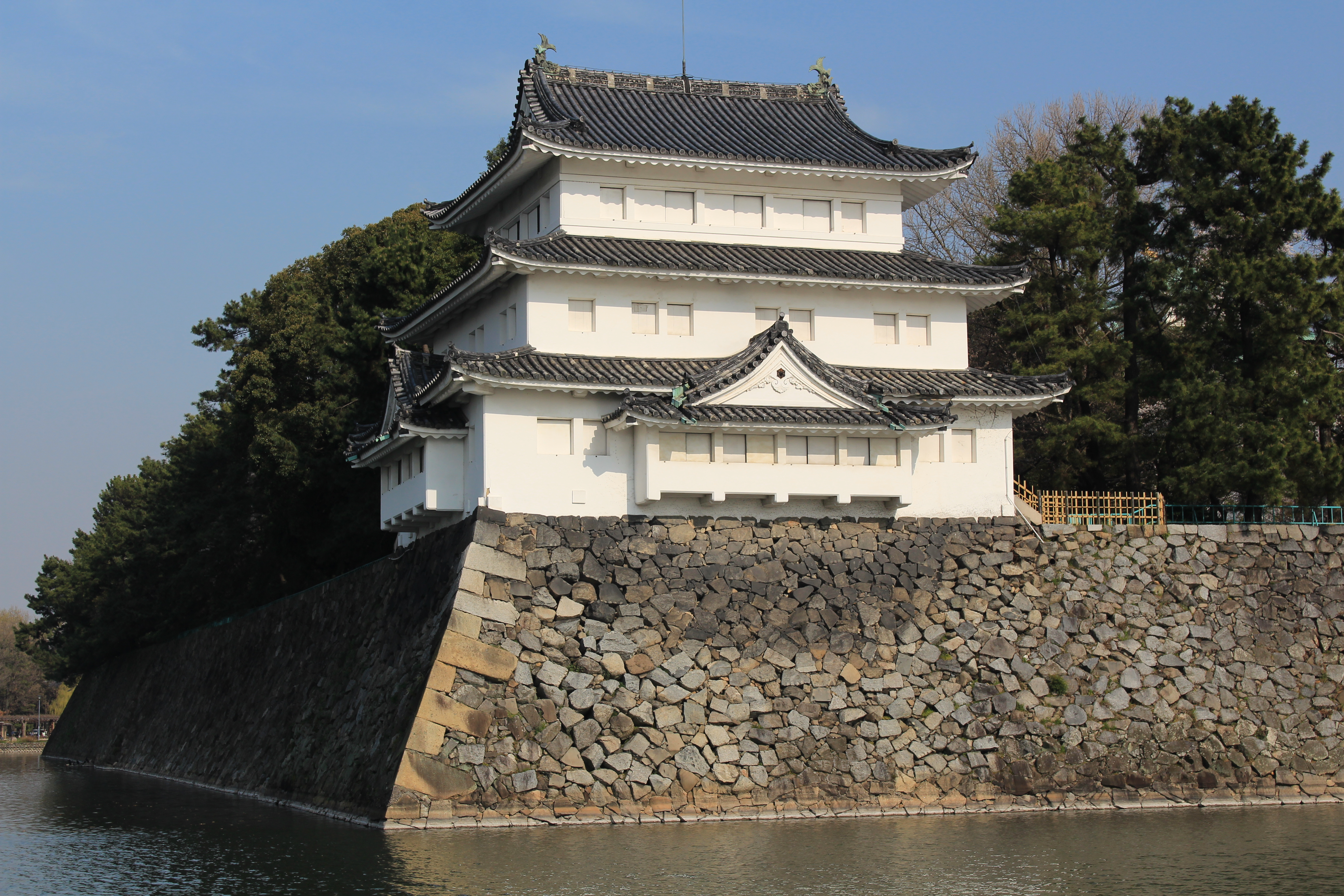
名古屋城西北隅櫓 （2015年3月）
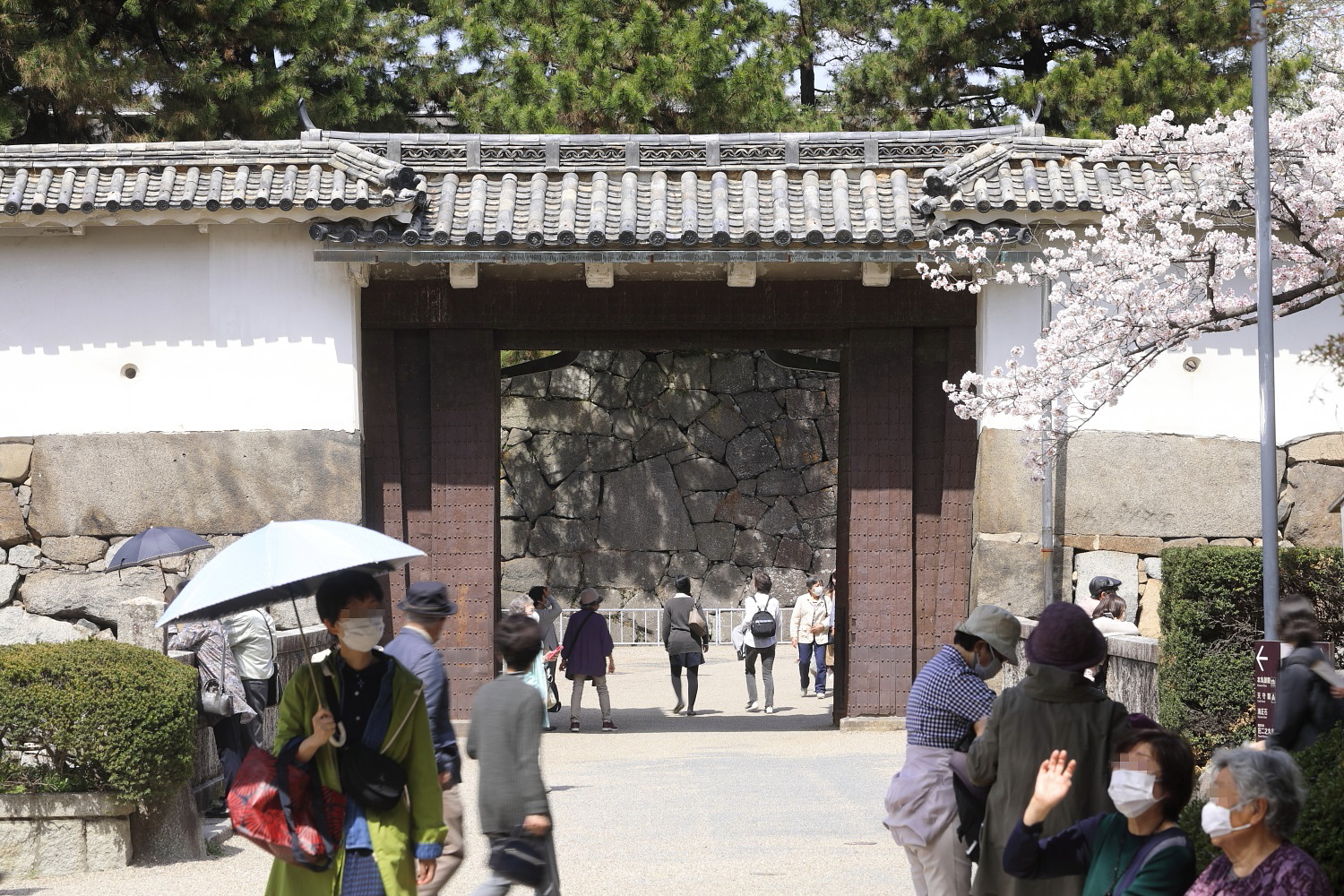
名古屋城表二の門 （2022年2月）
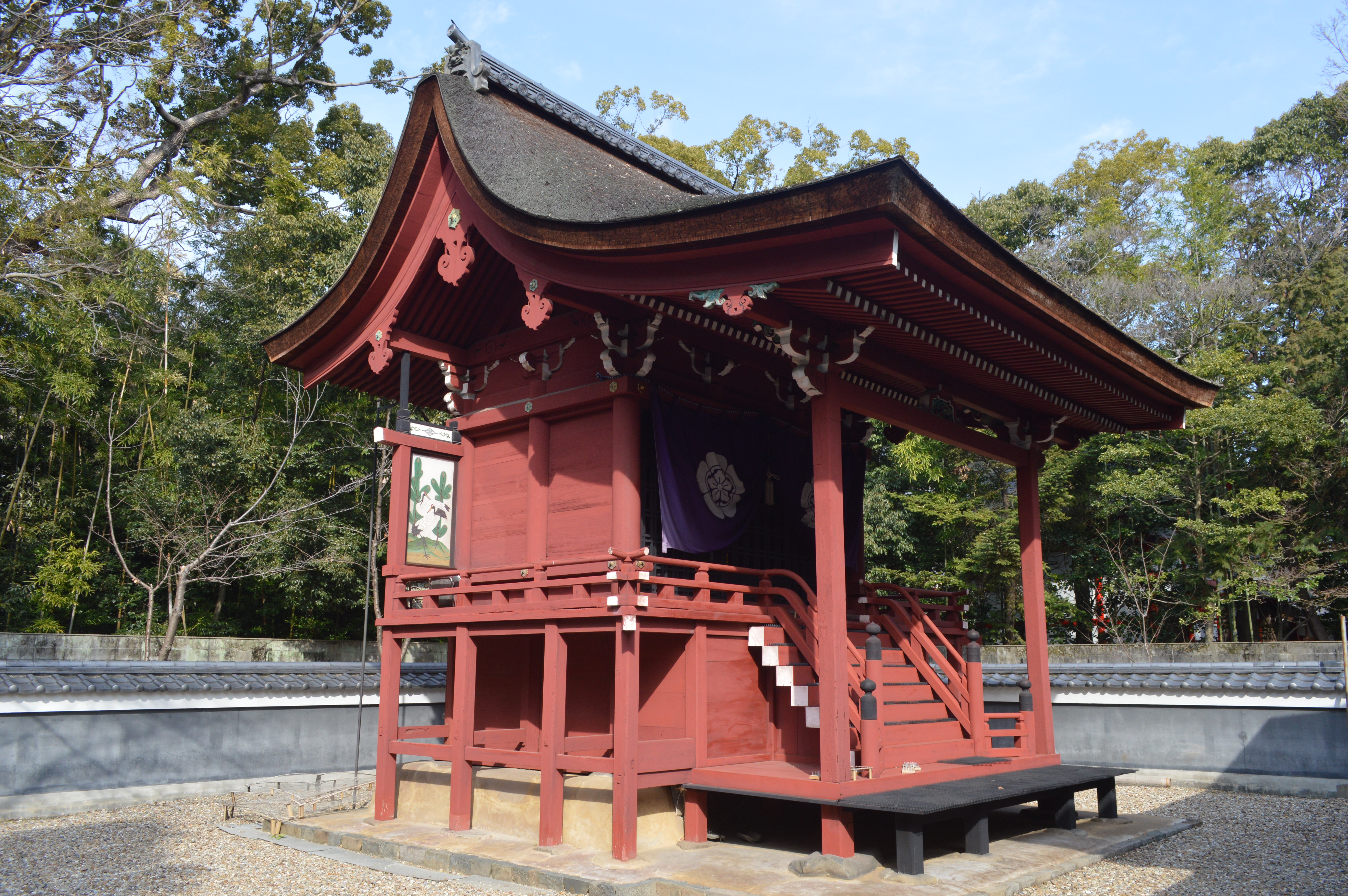
富部神社本殿 （2019年2月）
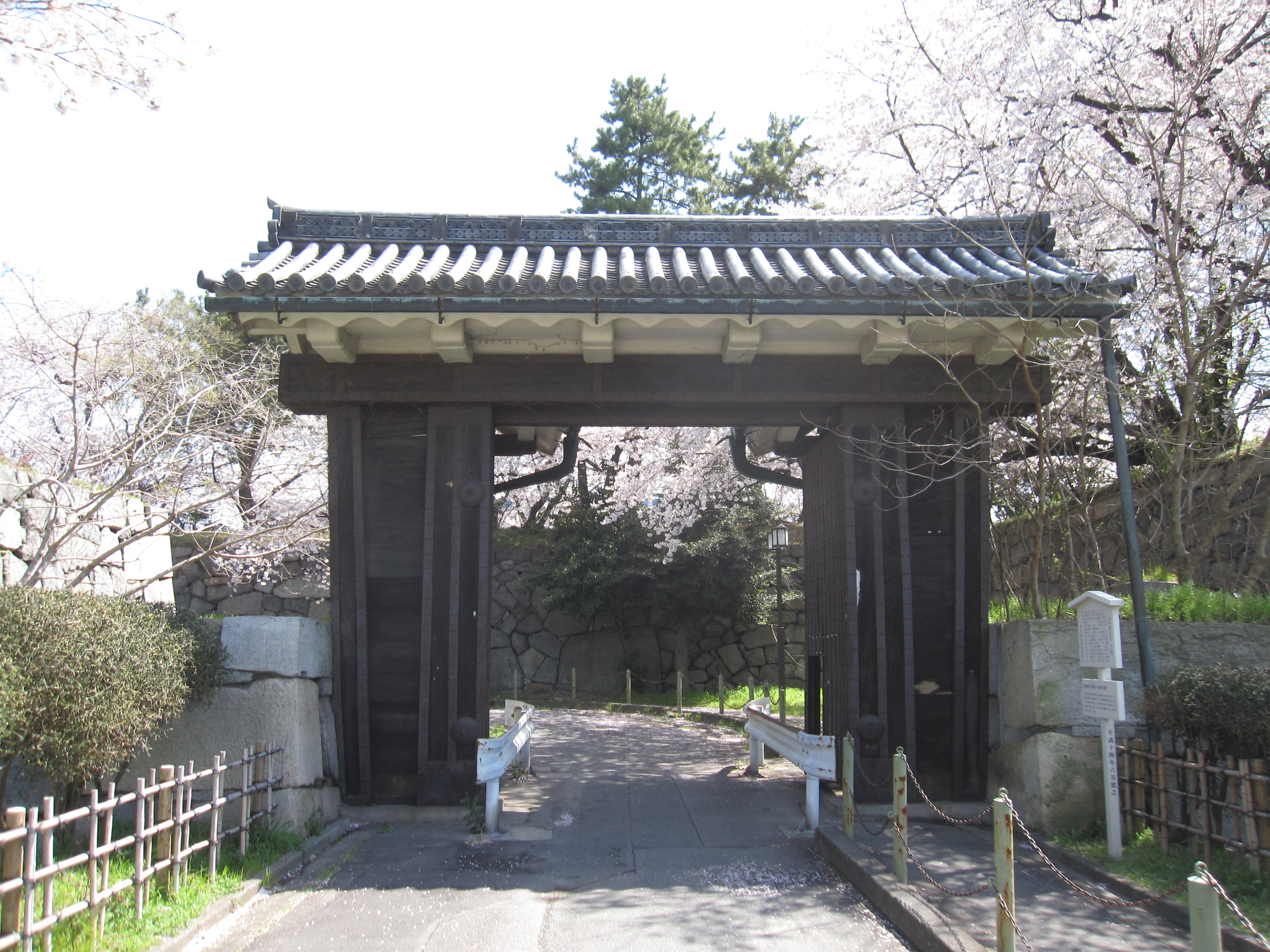
名古屋城二之丸大手二之門 （2012年4月）
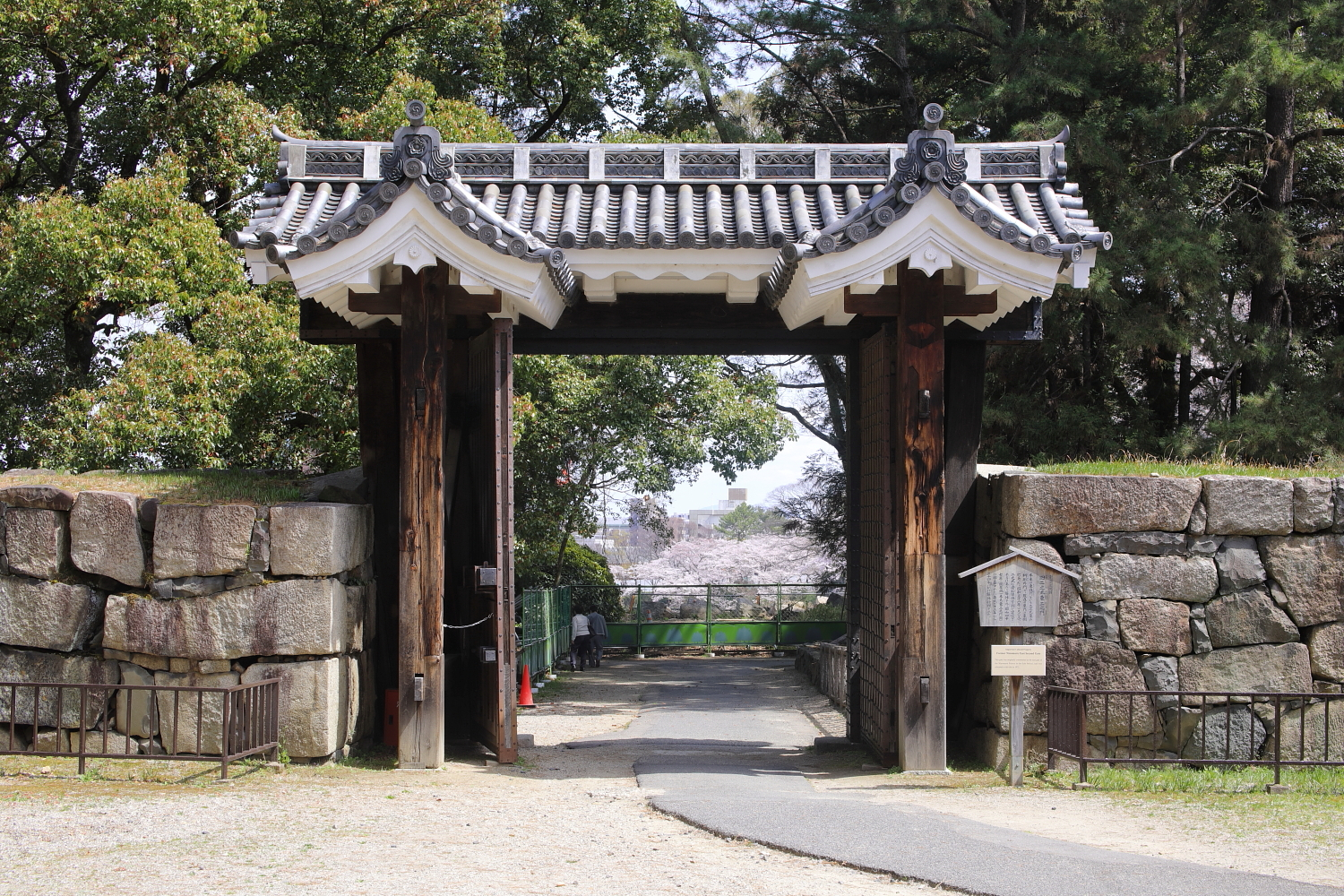
名古屋城旧二之丸東二之門 （2022年3月）
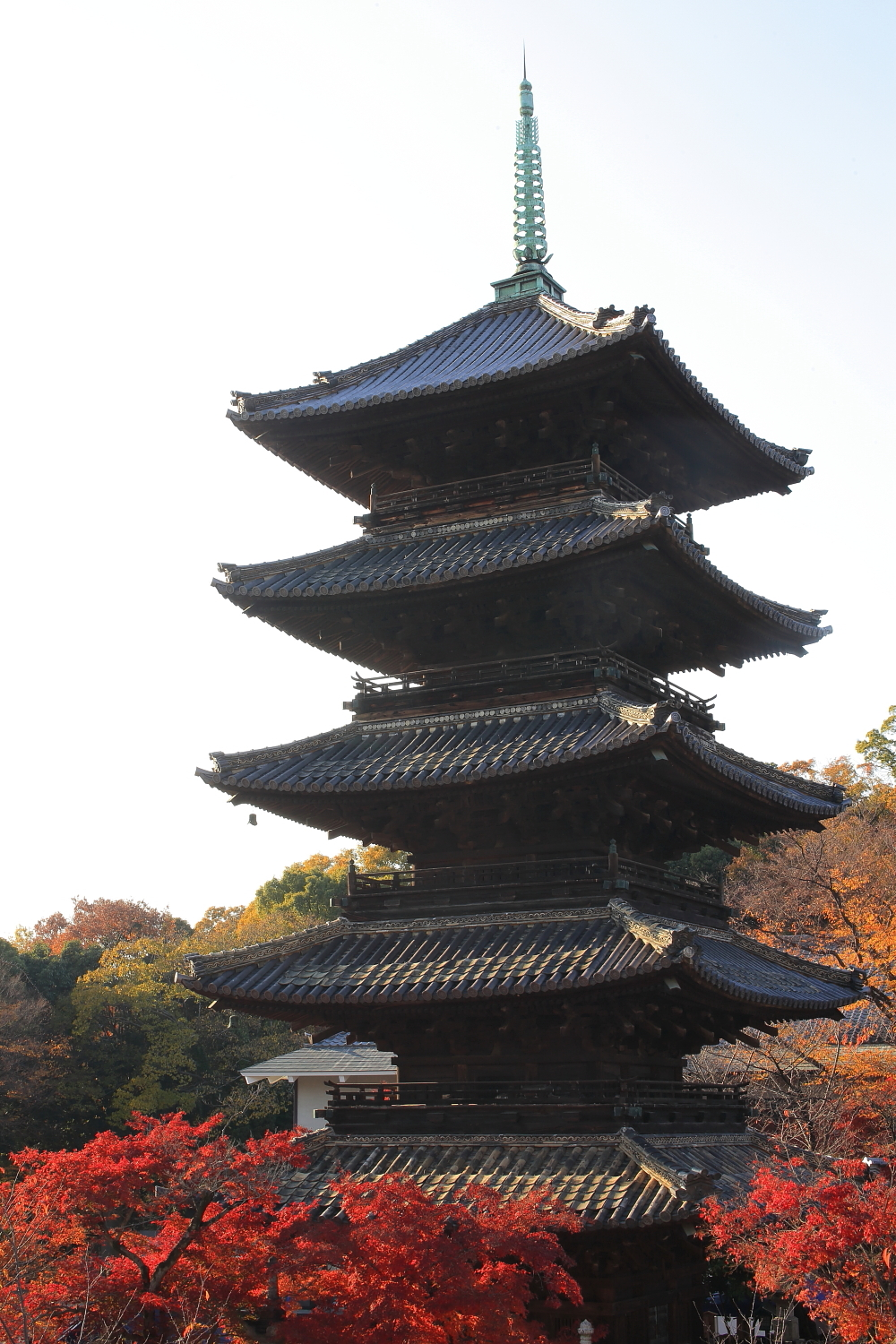
興正寺五重塔 （2013年12月）
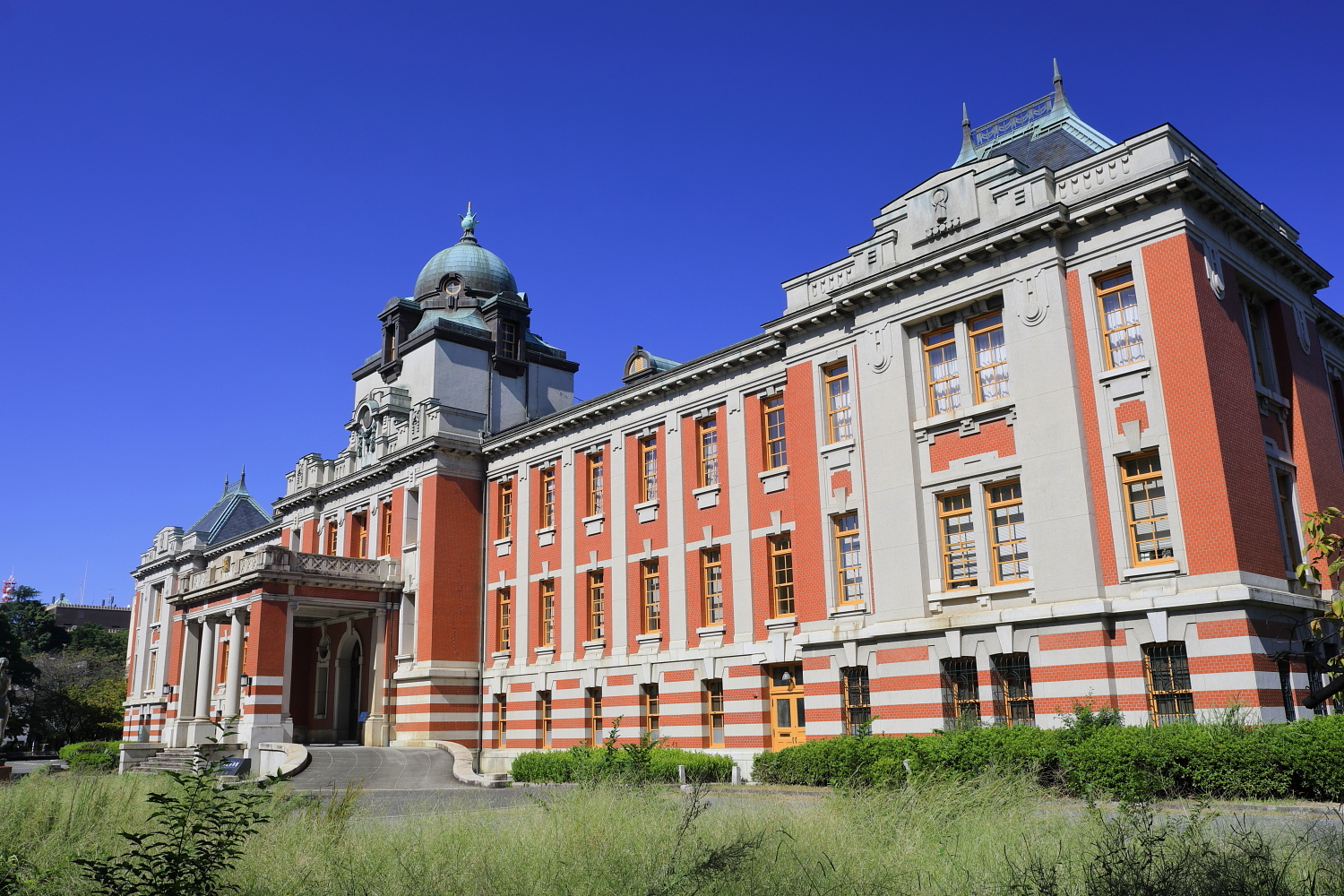
旧名古屋控訴院地方裁判所区裁判所庁舎 （2020年10月）
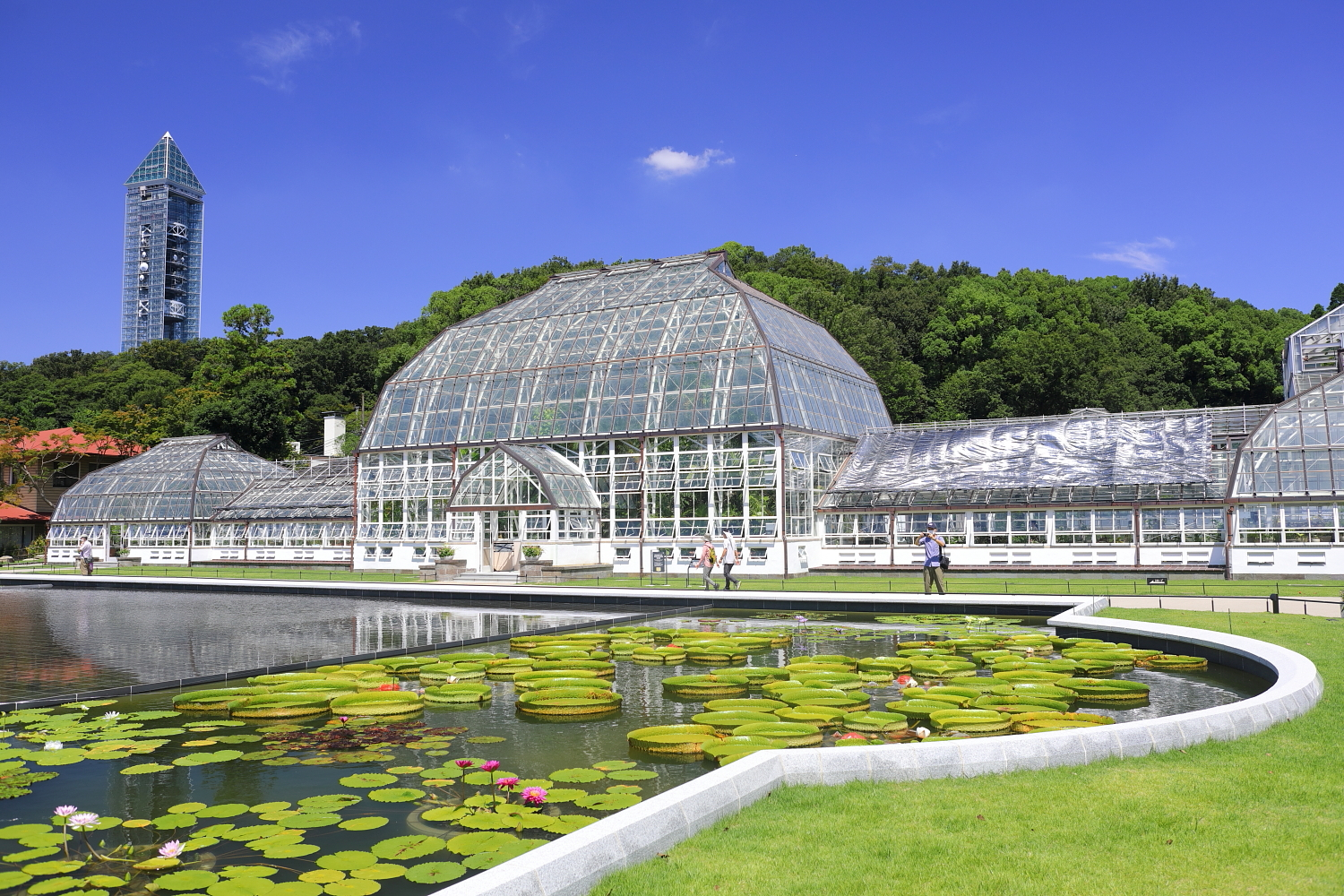
東山植物園温室前館 （2021年8月）
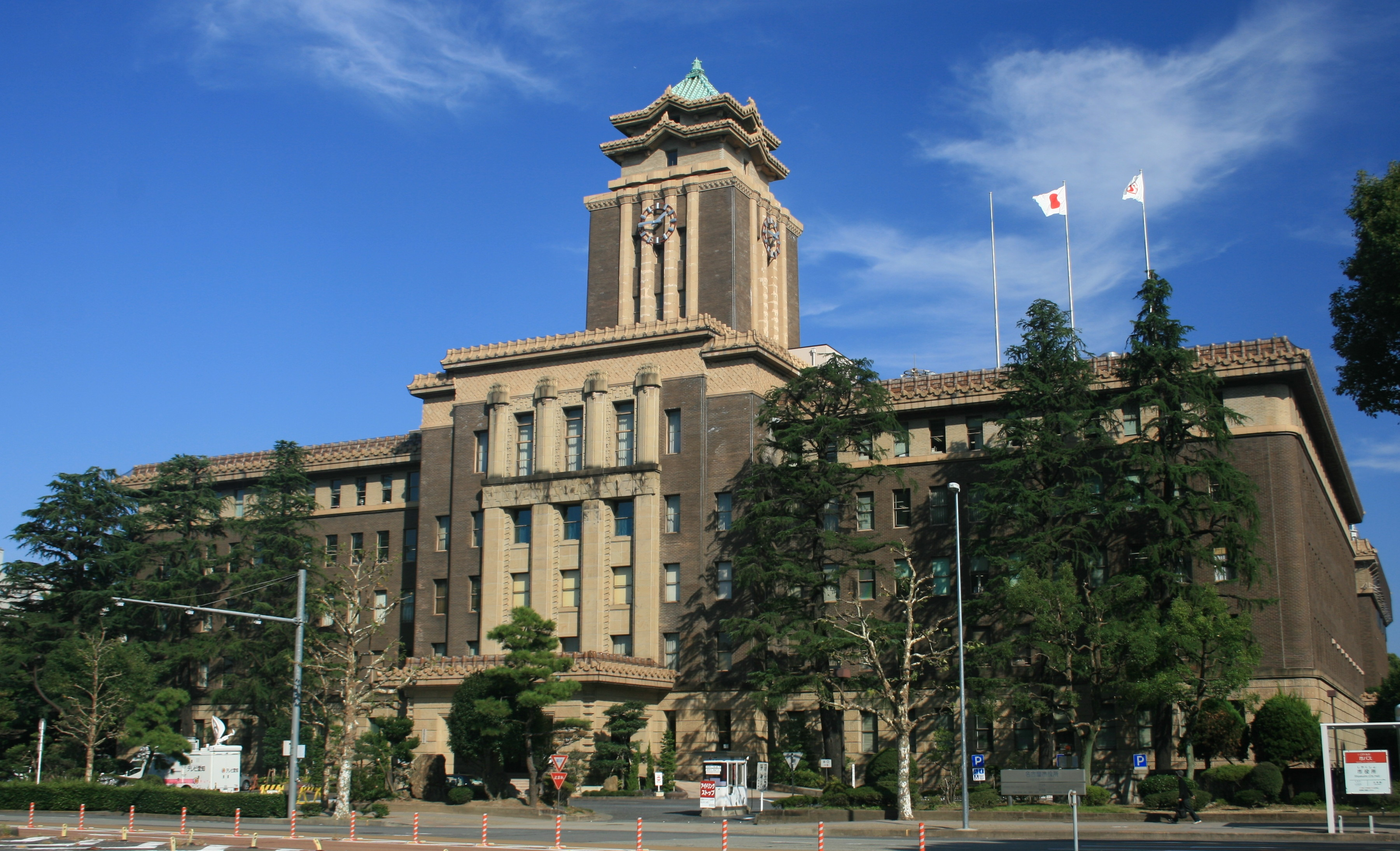
名古屋市庁舎 （2011年11月）
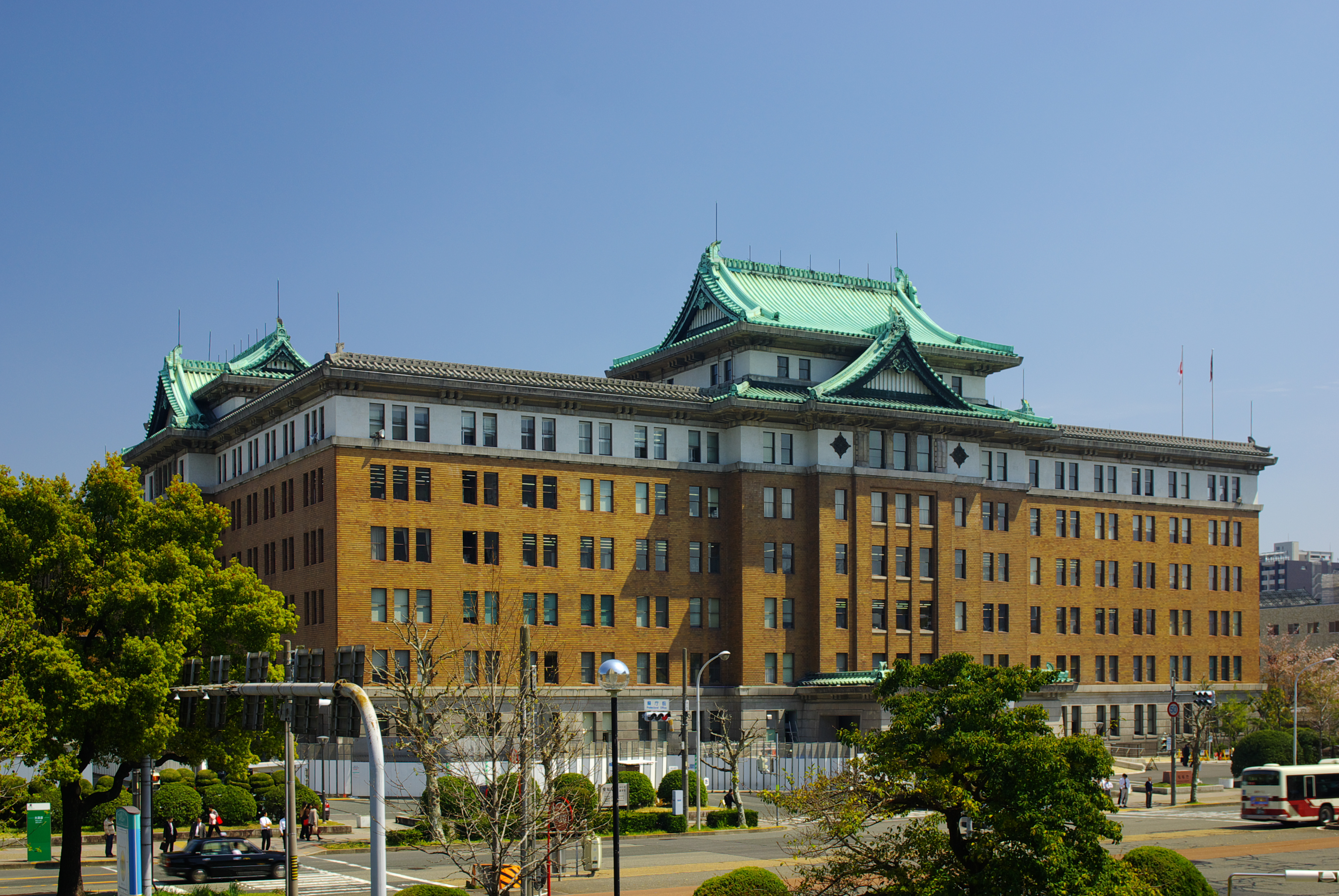
愛知県庁舎 （2009年4月）
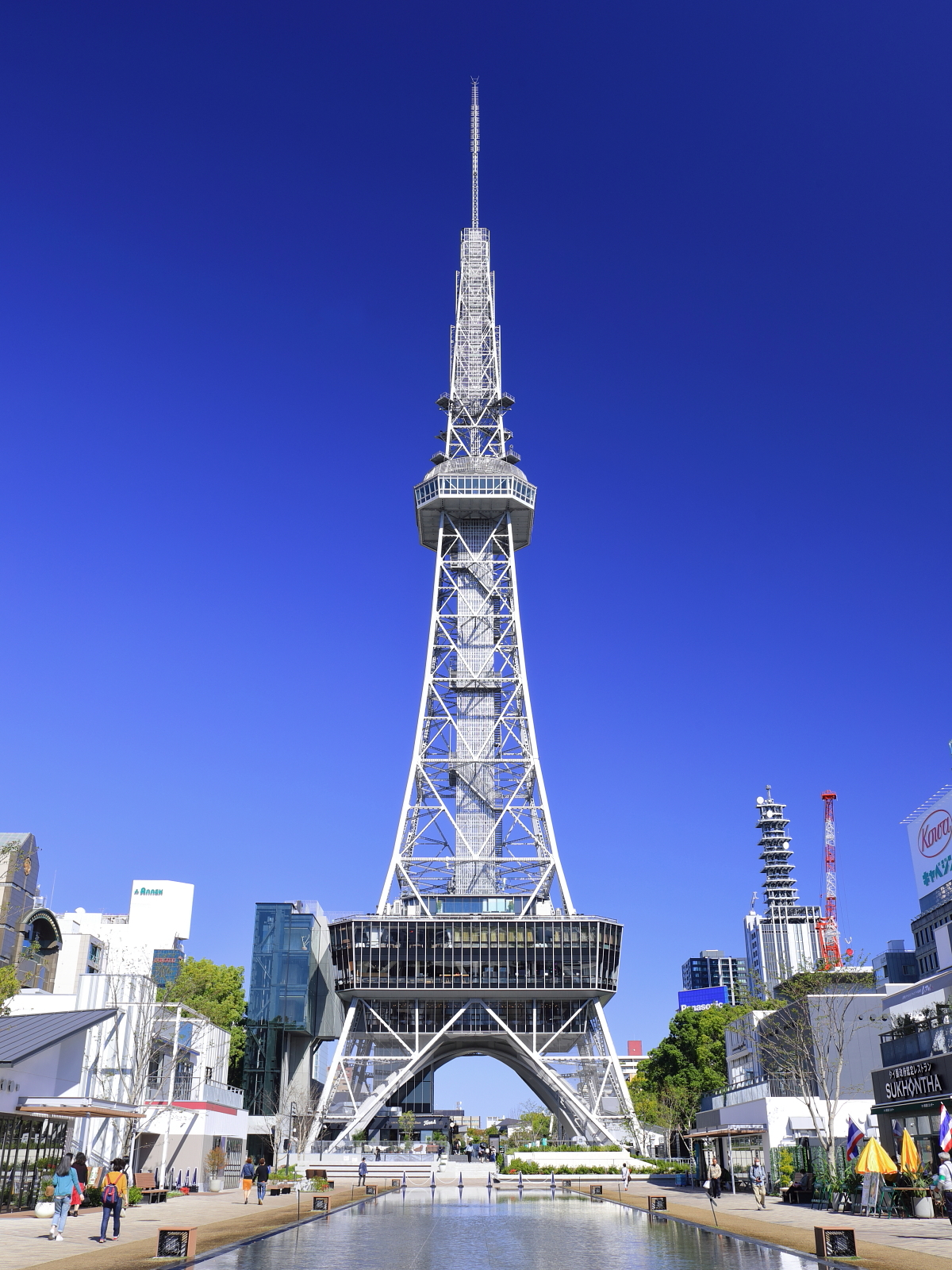
名古屋テレビ塔 （2020年10月）

愛知県指定有形文化財
- 瑞泉寺総門　1棟 - 瑞泉寺（緑区鳴海町）
- 建中寺徳川家霊廟　4棟 - 建中寺（東区筒井）
- 東照宮社殿　2棟 - 名古屋東照宮（中区丸の内）
- 草結庵　1棟 - 日泰寺（千種区法王町）
- 暮雨巷　1棟 - 三菱UFJ銀行（瑞穂区陽明町）
- 無縫塔　1棟 - 長慶寺（守山区小幡中）
- 旧藤山家住宅日本家　1棟 - 龍興寺（昭和区御器所）
- 旧渡辺家書院及び茶室　1件 - 後藤報恩会（昭和区汐見町）
- 日泰寺奉安塔　1基 - 日泰寺（千種区城山新町）
  - 附　石門及び玉垣、設計図、礼拝殿、通天門、土塀
- 服部家住宅　11棟 - 個人所有。
- 伊藤家住宅　5棟 - 個人所有。
- 服部幸平家住宅倉　1棟 - 個人所有。

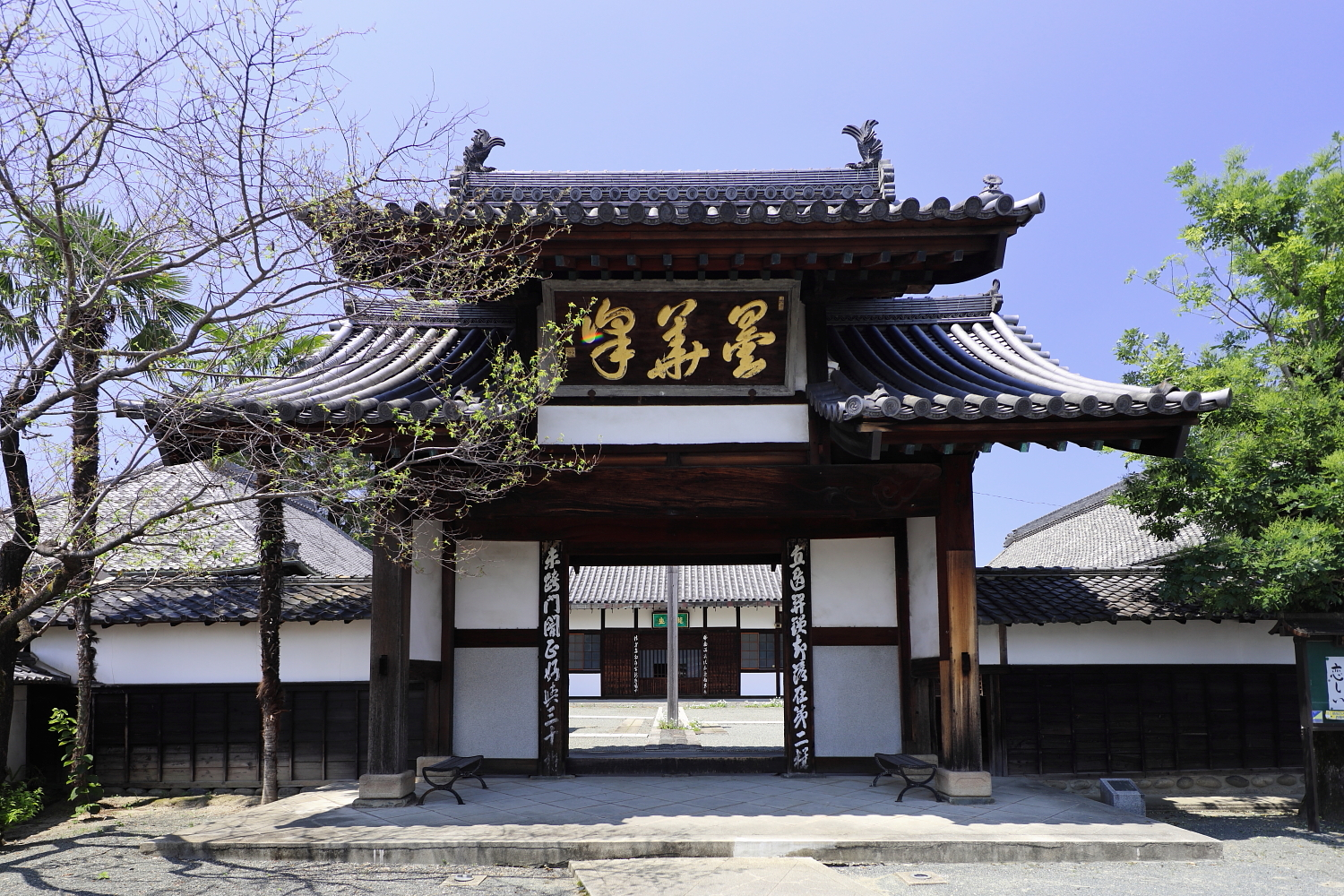
瑞泉寺総門 （2023年7月）
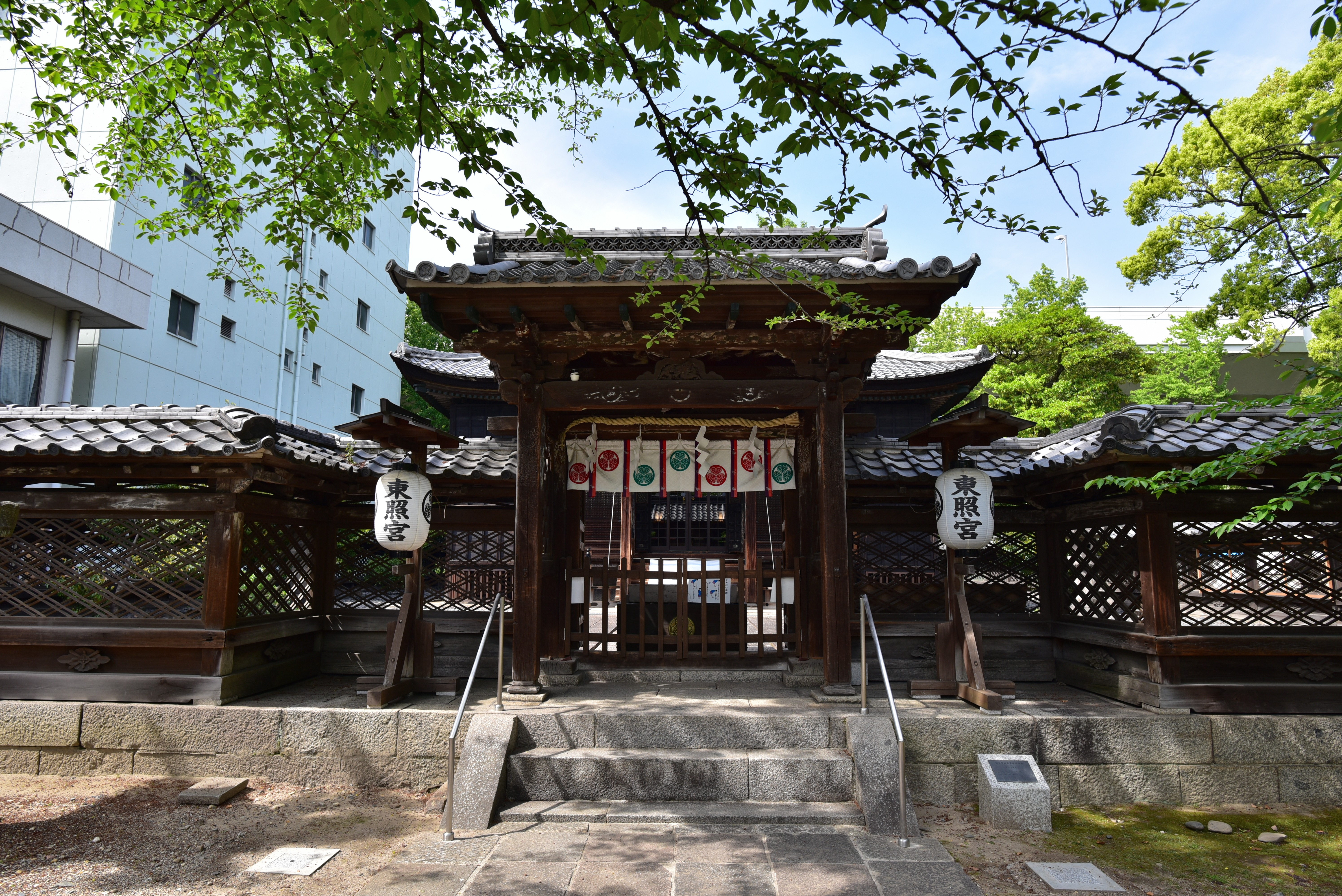
東照宮社殿（唐門） （2018年4月）
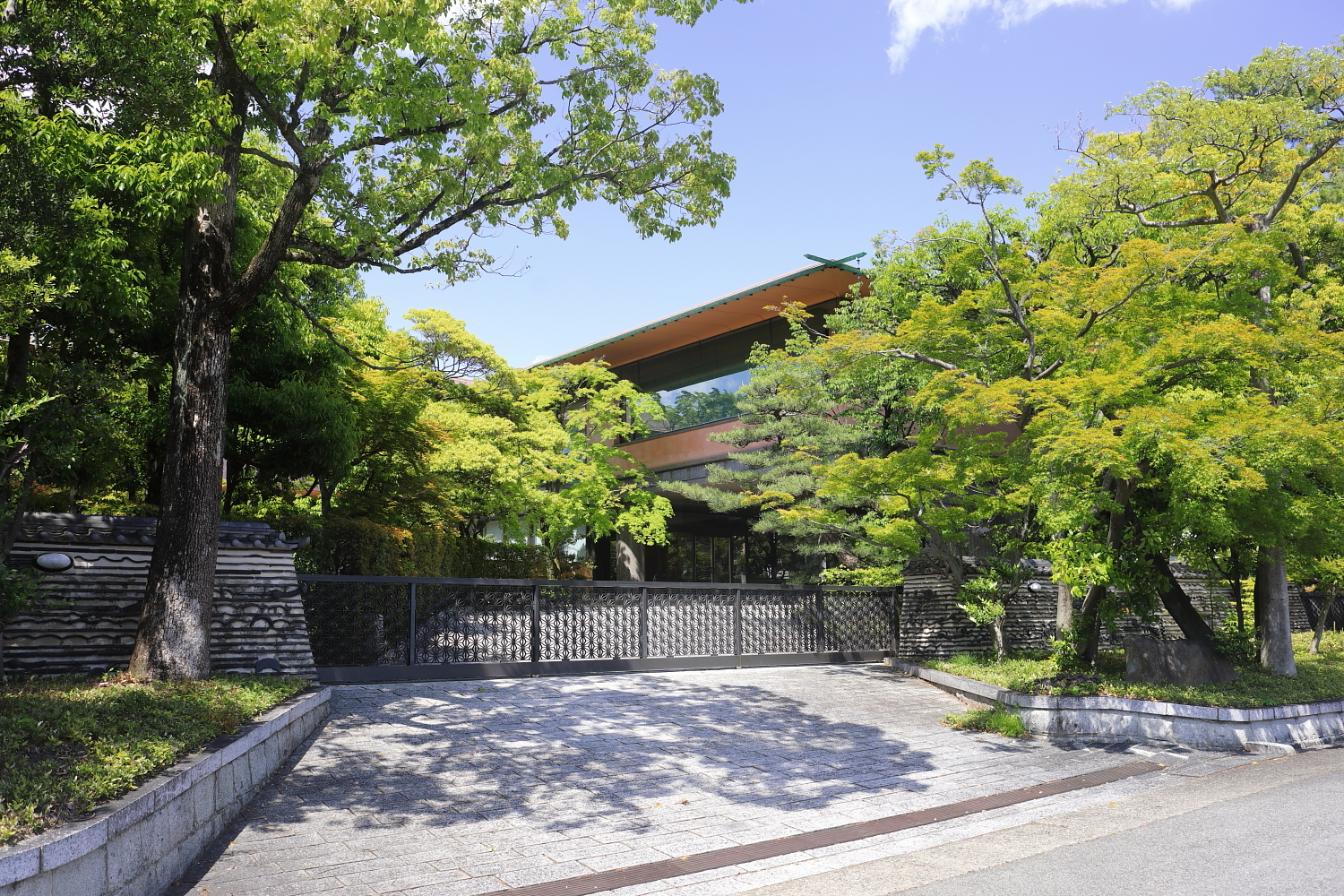
暮雨巷 （2021年5月）
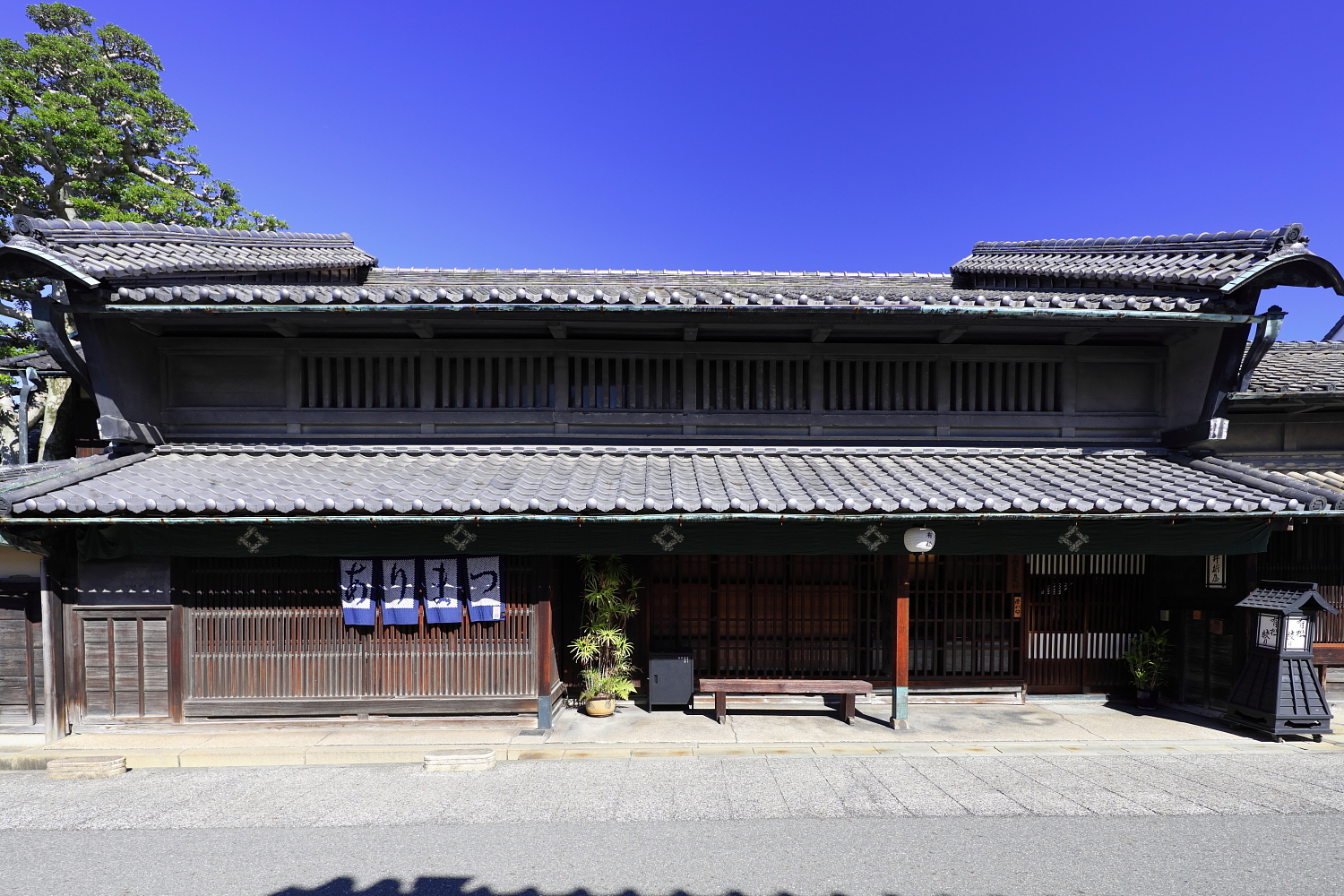
服部家住宅（井桁屋）主屋 （2022年10月）
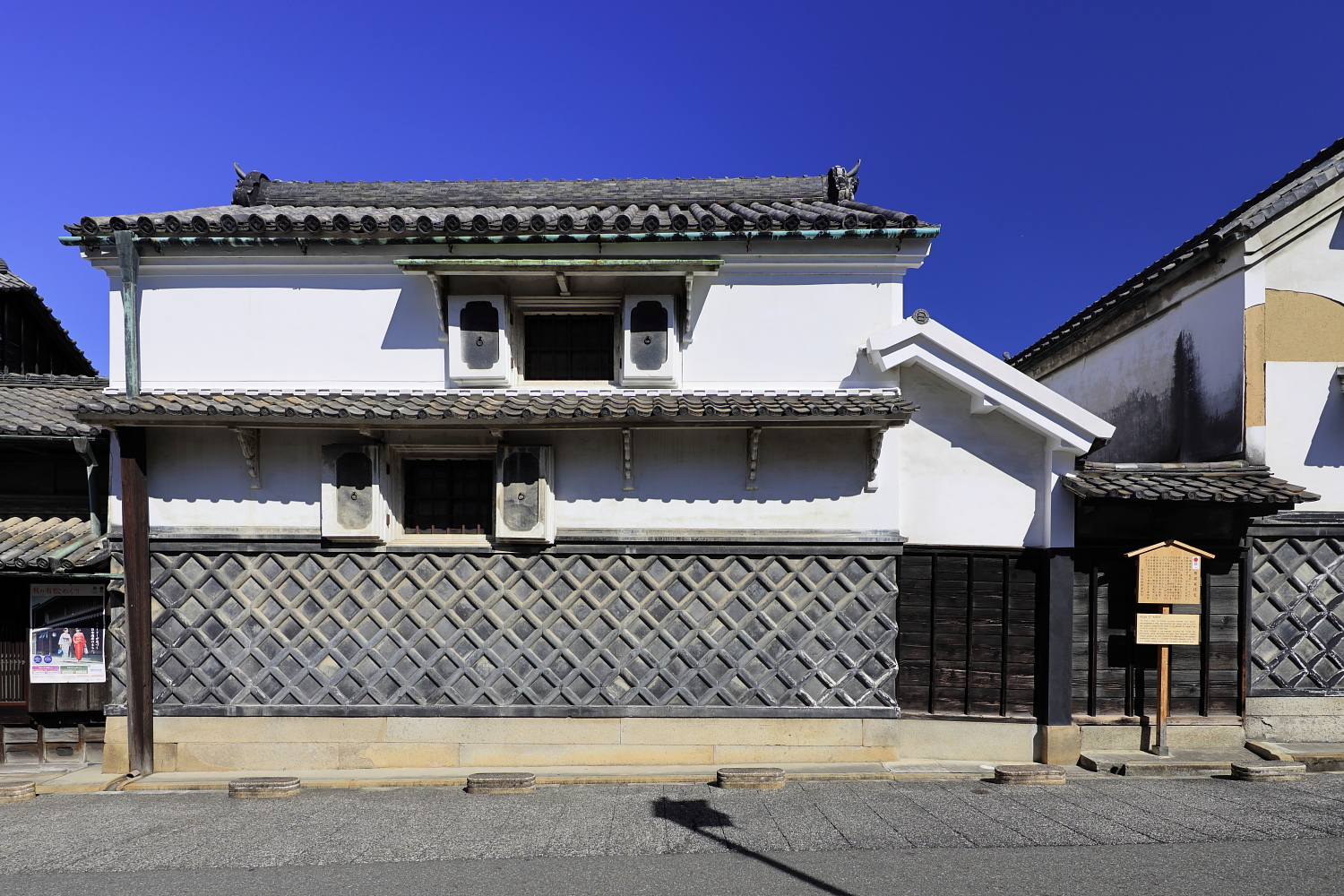
服部家住宅（井桁屋）倉 （2022年10月）
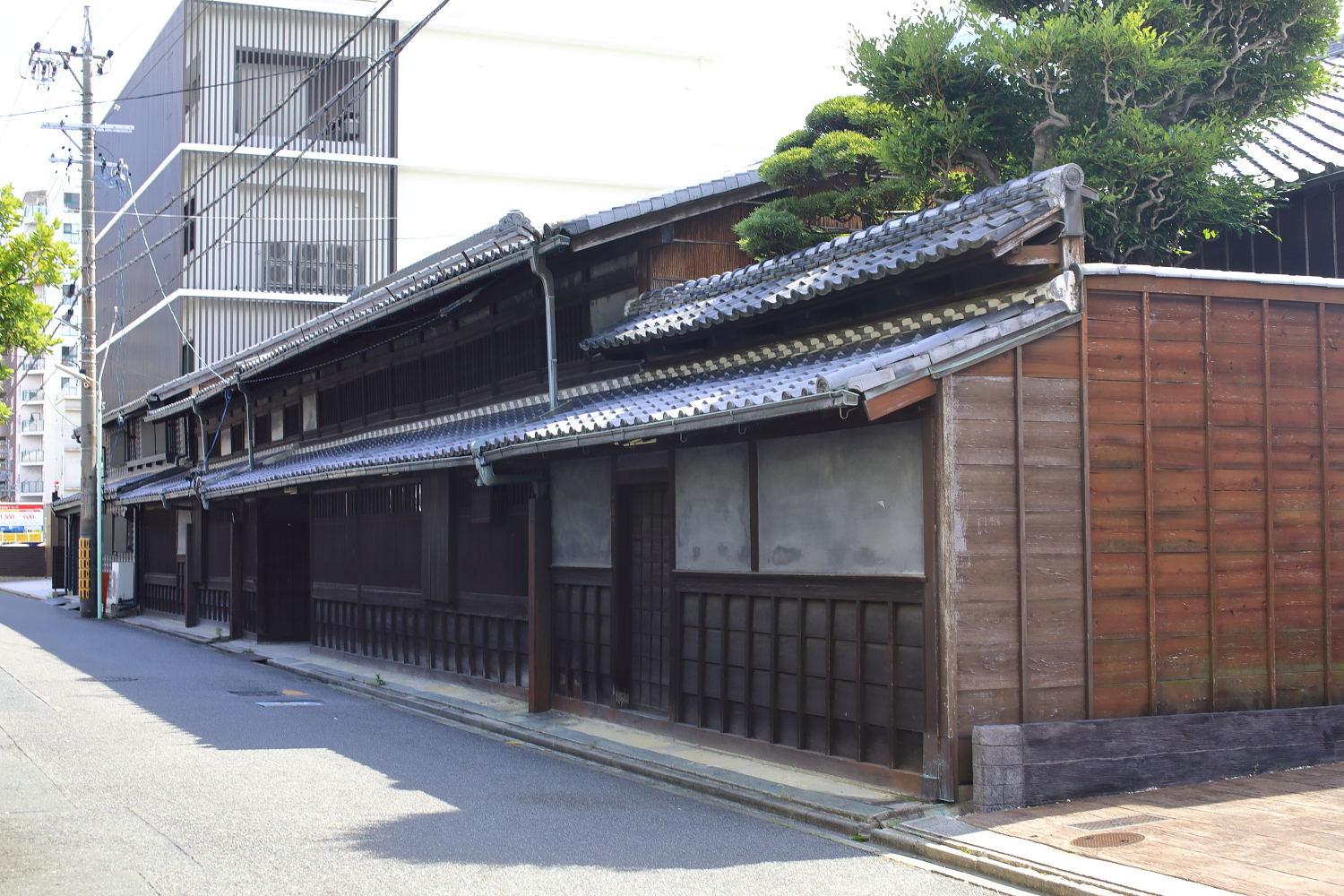
伊藤家住宅 （2021年6月）
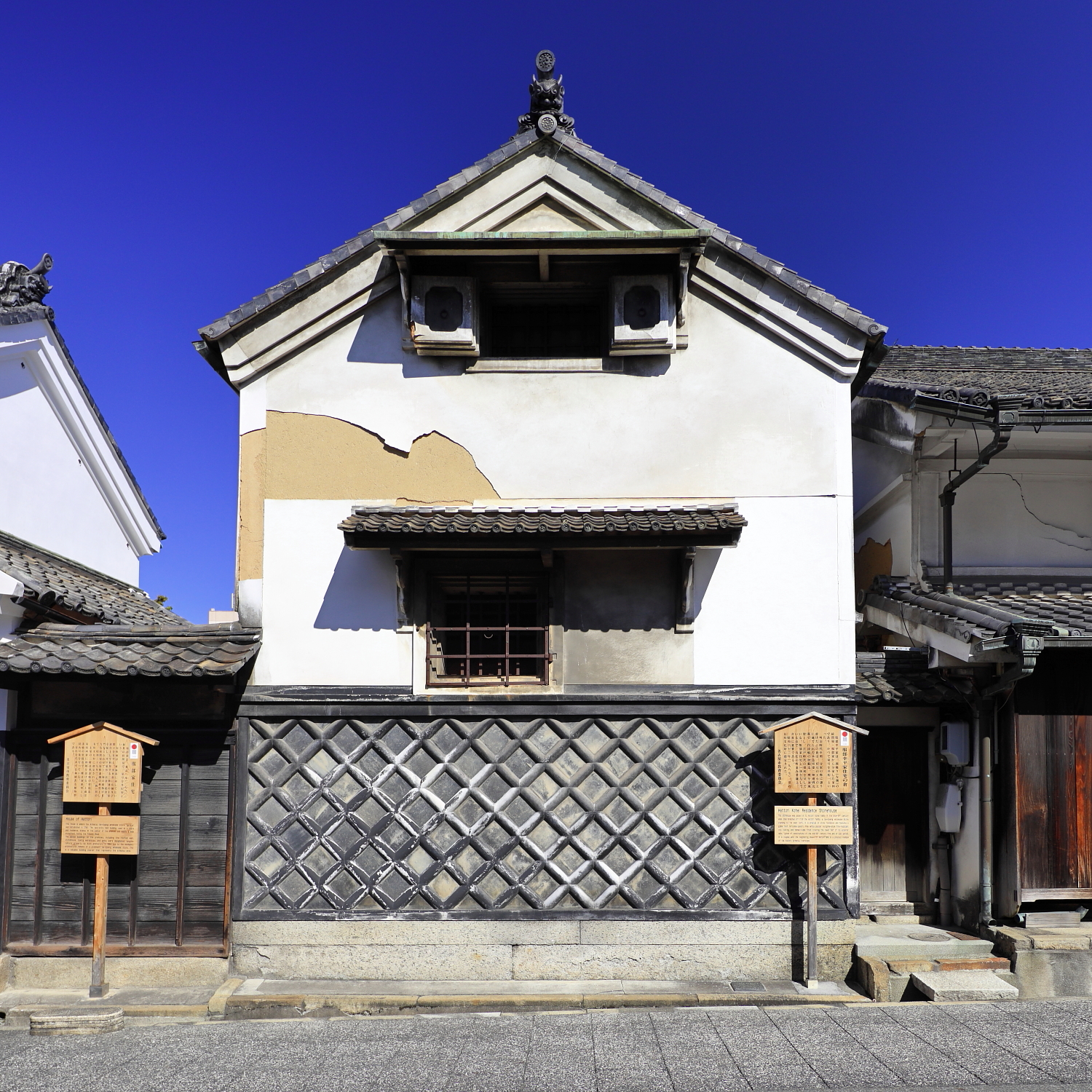
服部幸平家住宅倉 （2022年10月）

名古屋市指定有形文化財
- 宗円寺宝篋印塔　1基 - 宗円寺（昭和区御器所）
- 宝生院開山塔　1基 - 八事霊園内（天白区天白町大字八事）
- 宝生院中興開山印雅上人逆修塔　1基 - 八事霊園内（天白区天白町大字八事）
- 光音寺無縫塔　1基 - 光音寺（北区光音寺町）
- 余芳亭　1棟 - 中区本丸
- 薬草倉　1棟 - 名古屋市立大学薬学部内（瑞穂区田辺通）
- 須弥壇　1具 - 龍潭寺（中川区野田）
- 丹羽家住宅　1棟 - 熱田区神戸町
- 建中寺　総門・三門・鐘楼・御成門　4棟 - 建中寺（東区筒井）
- 鶴舞公園噴水塔　1基 - 鶴舞公園内（昭和区鶴舞）
- 鶴舞公園普選壇　1基 - 鶴舞公園内（昭和区鶴舞）
- 松重閘門　1式 - 中川区山王
- 勝鬘寺　本堂・山門 ・太鼓楼　3棟 - 勝鬘寺（中区栄）
- 岡家住宅　4棟 - 岡啓（緑区有松）
- 井元家住宅　5棟 - 東区橦木町
- 富部神社祭文殿・東廻廊・西廻廊　3棟 - 富部神社（南区呼続）
- 日泰寺大書院鳳凰台　1棟 - 日泰寺（千種区法王町）
- 建中寺本堂・経蔵　2棟 - 建中寺（東区筒井）
- 建中寺開山堂・源正公廟　3棟1基 - 建中寺（東区筒井）
- 揚輝荘　5棟 - 千種区法王町
- 鍋屋上野浄水場　旧第一ポンプ所　1棟 - 千種区宮の腰町
- 東山配水場　旧計量室　1棟 - 千種区田代町
- 本願寺名古屋別院　鐘楼　1棟 - 本願寺名古屋別院（中区門前町）
- 笠覆寺　本堂・多宝塔・仁王門・鐘楼　4棟 - 笠覆寺（南区笠寺町）
- 風信亭　1棟 - 個人所有。
- 旧志水家玄関車寄せ　1棟 - 個人所有。
- 熱田荘　1棟 - 個人所有。
- 小塚家住宅　3棟 - 個人所有。
- 竹田家住宅　9棟 - 個人所有。

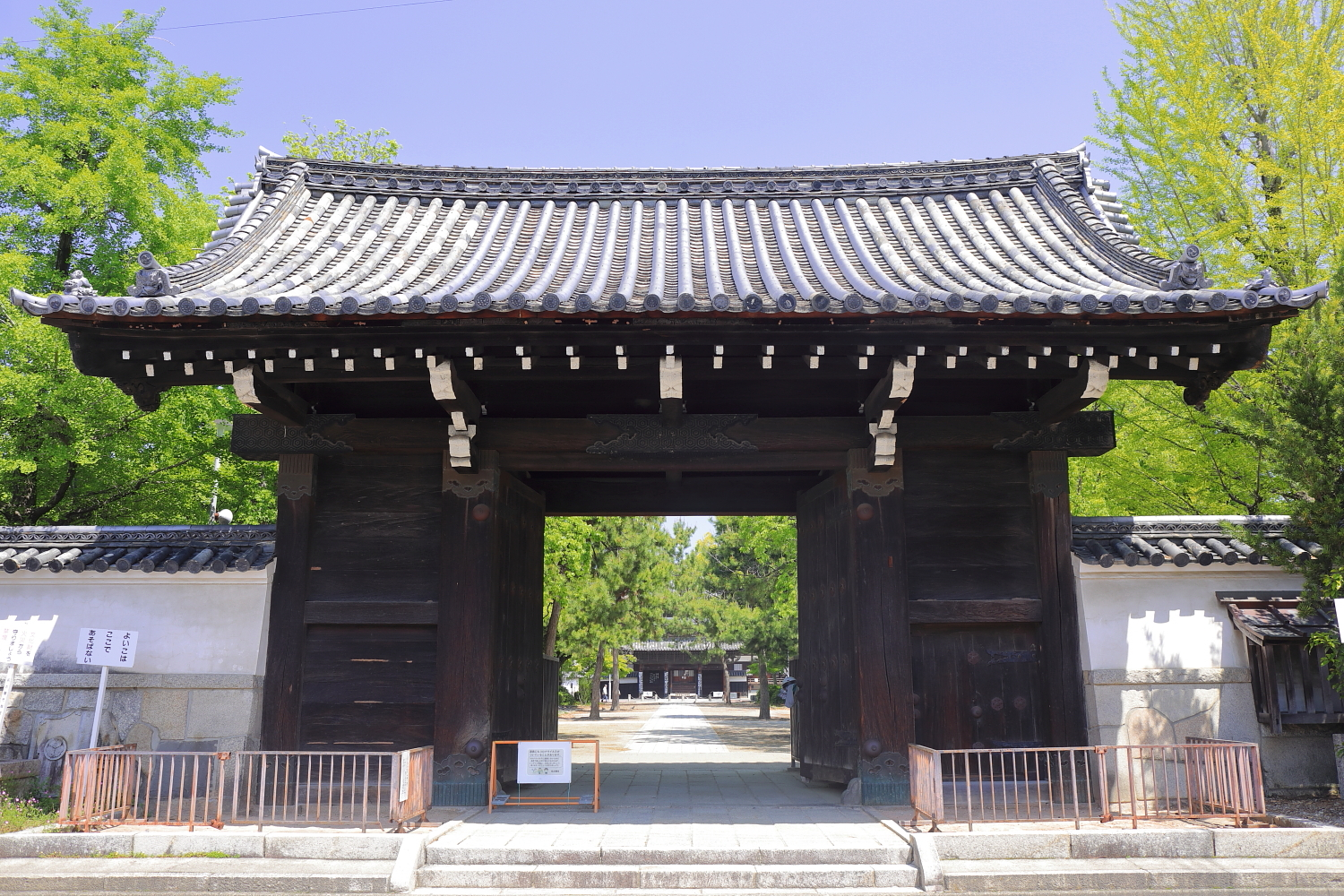
建中寺総門 （2021年4月）
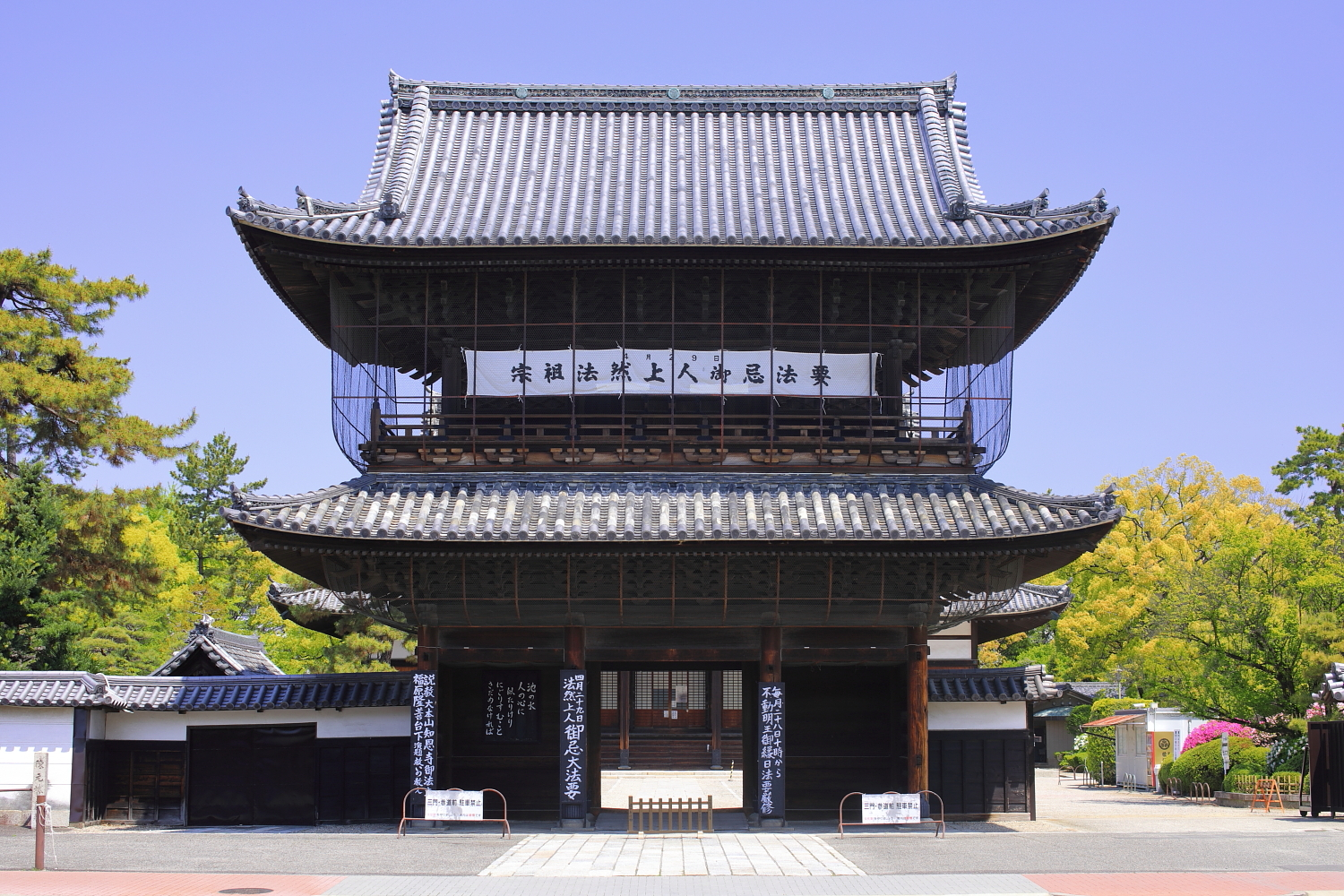
建中寺三門 （2021年4月）
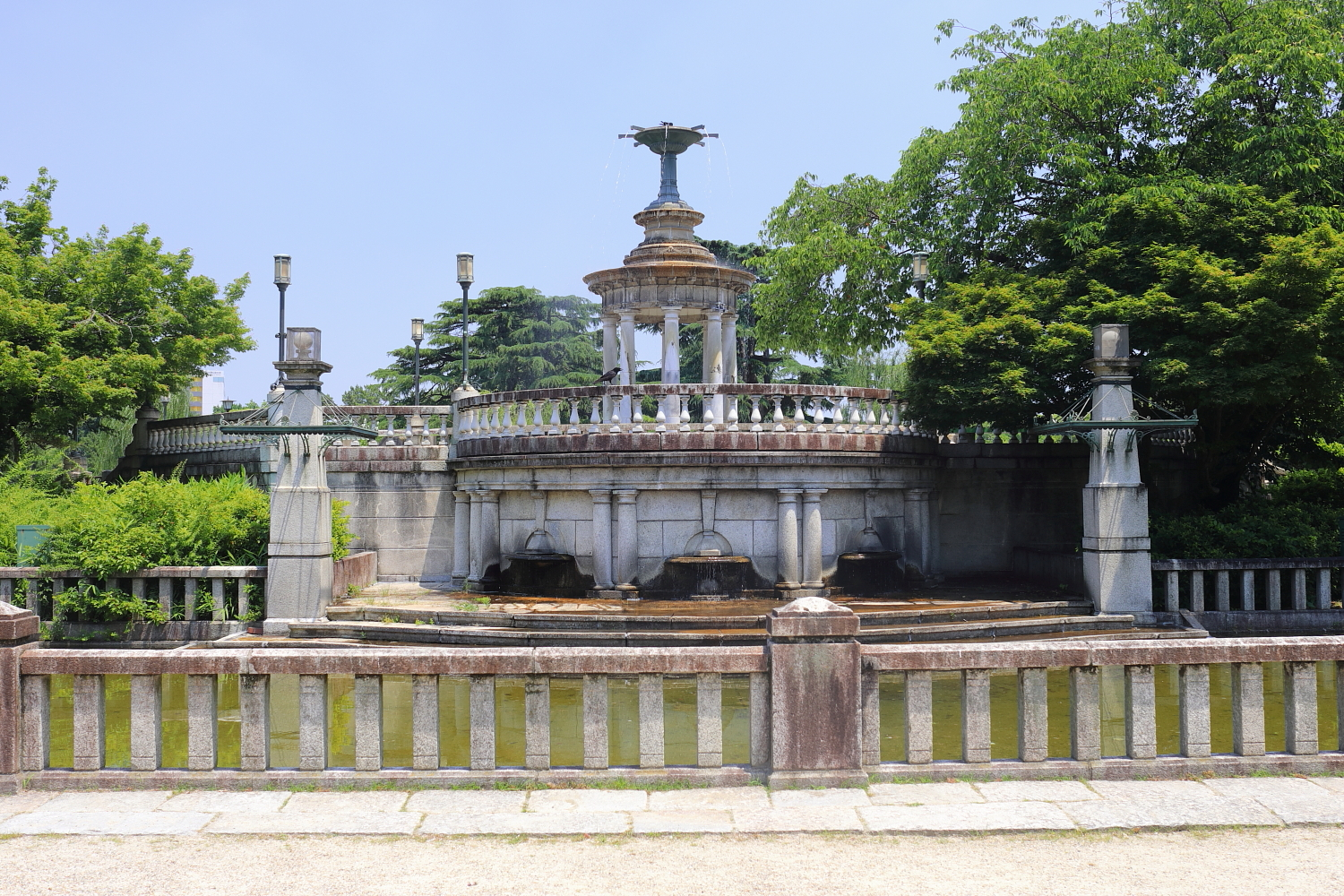
鶴舞公園噴水塔 （2021年6月）
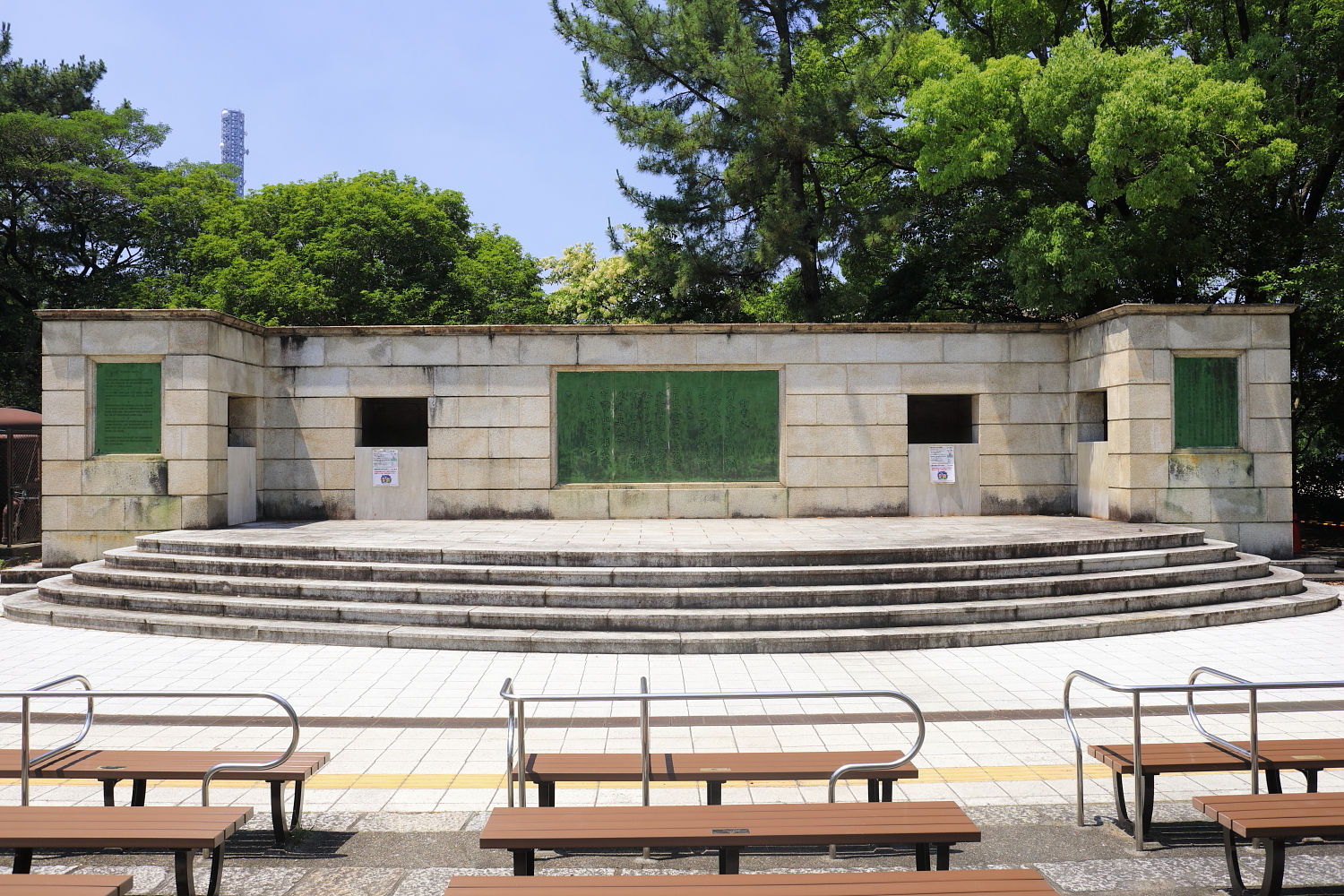
鶴舞公園普選壇 （2021年6月）
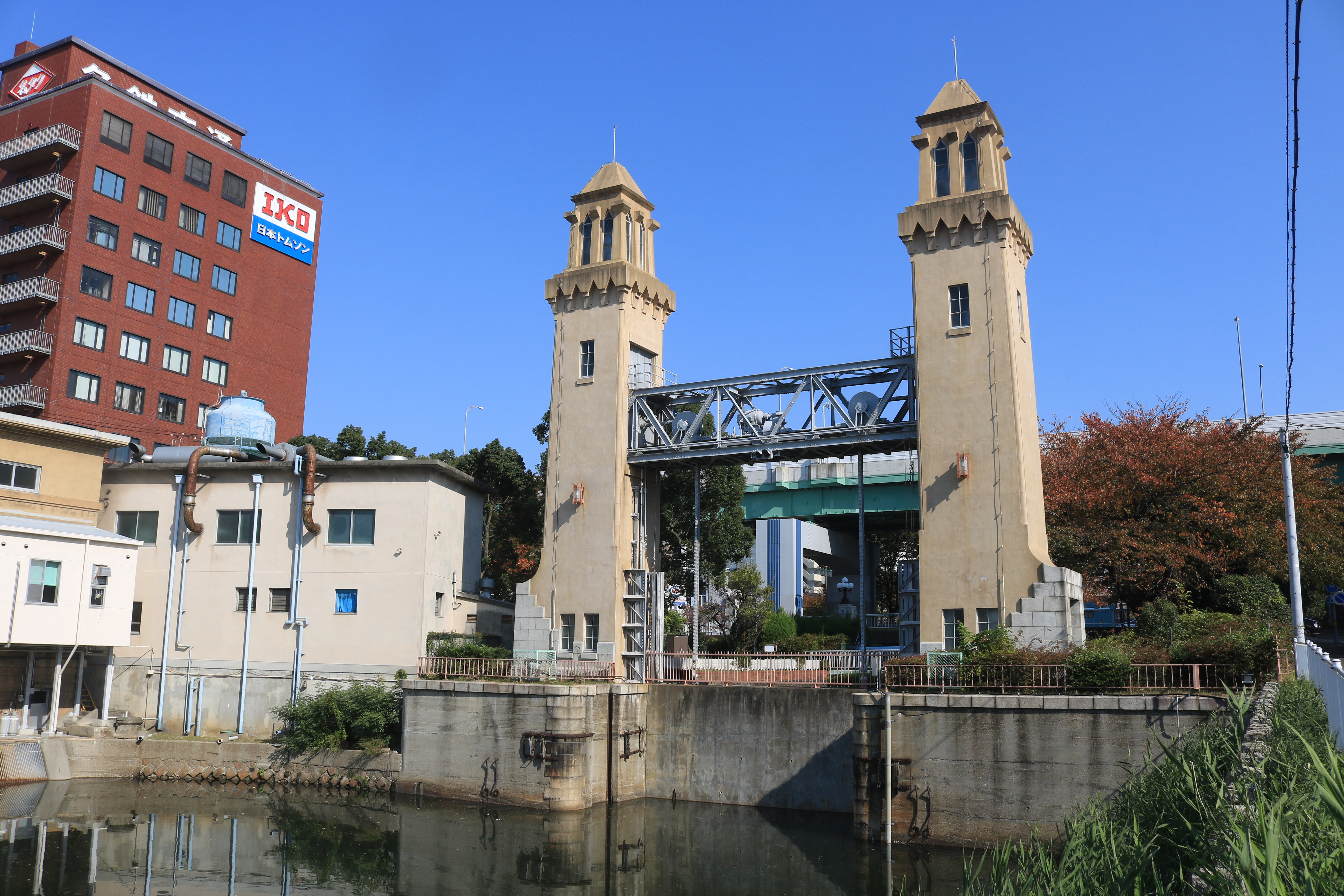
松重閘門 （2017年11月）
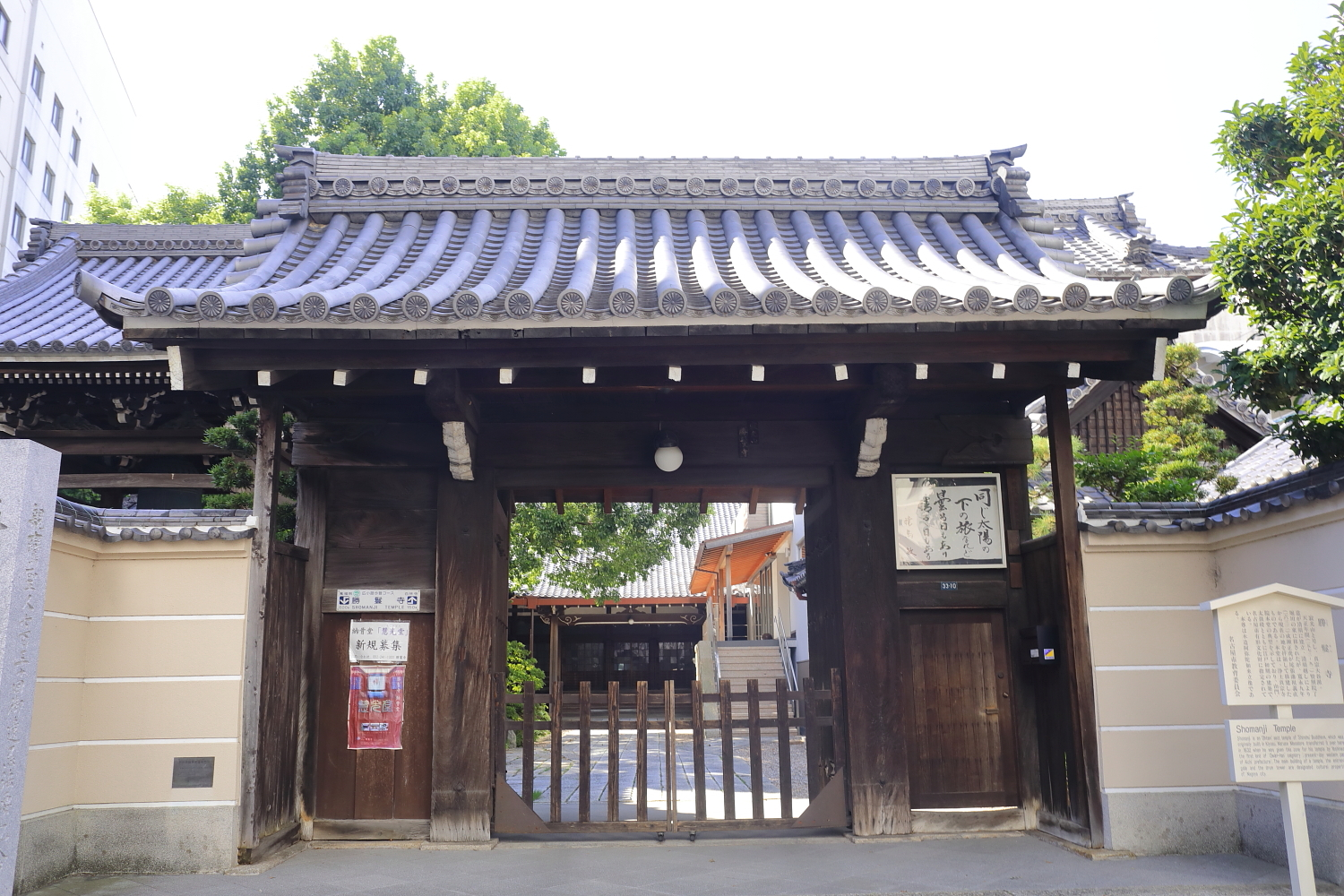
勝鬘寺山門 （2021年8月）
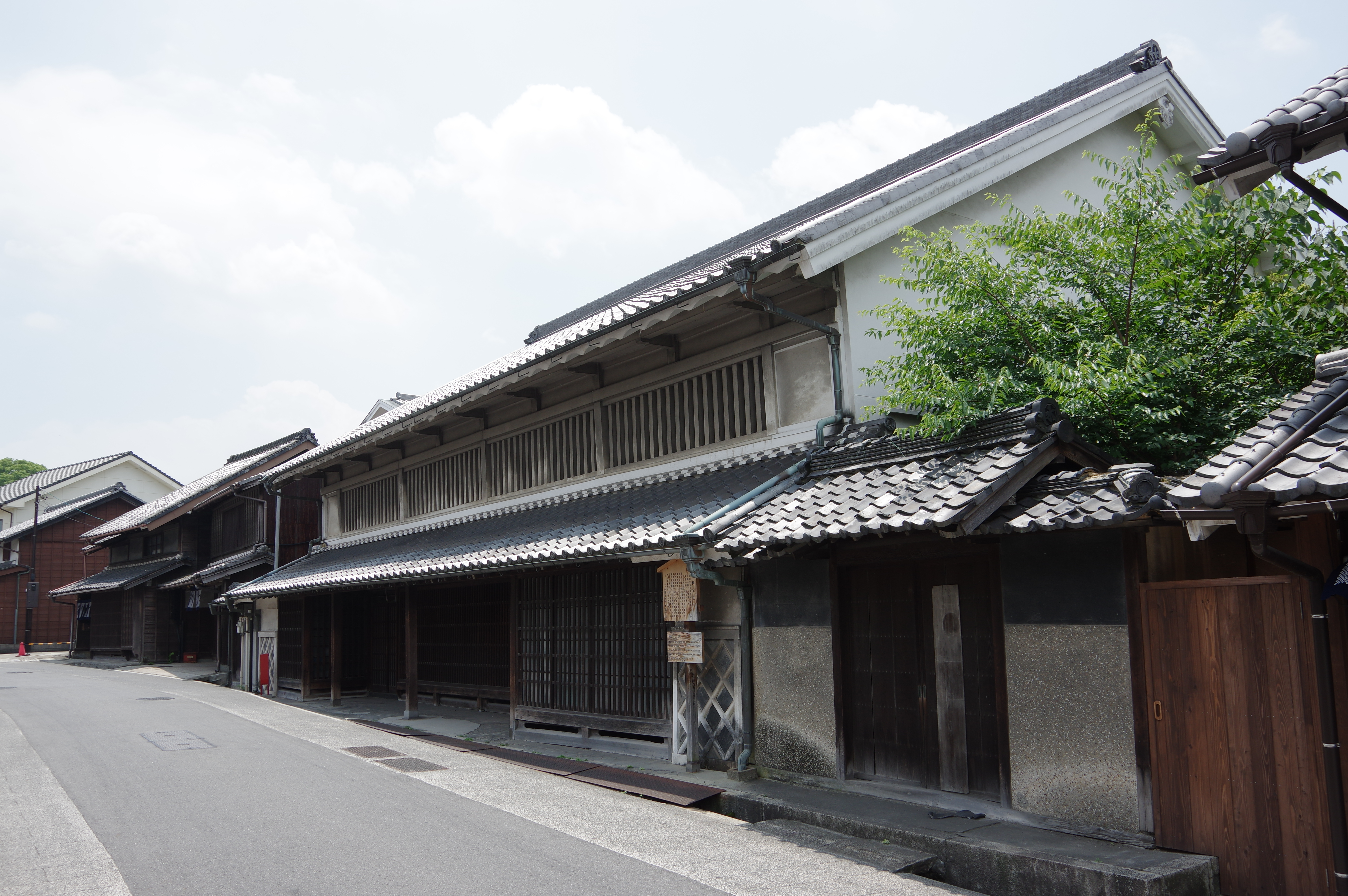
岡家住宅主屋 （2017年7月）
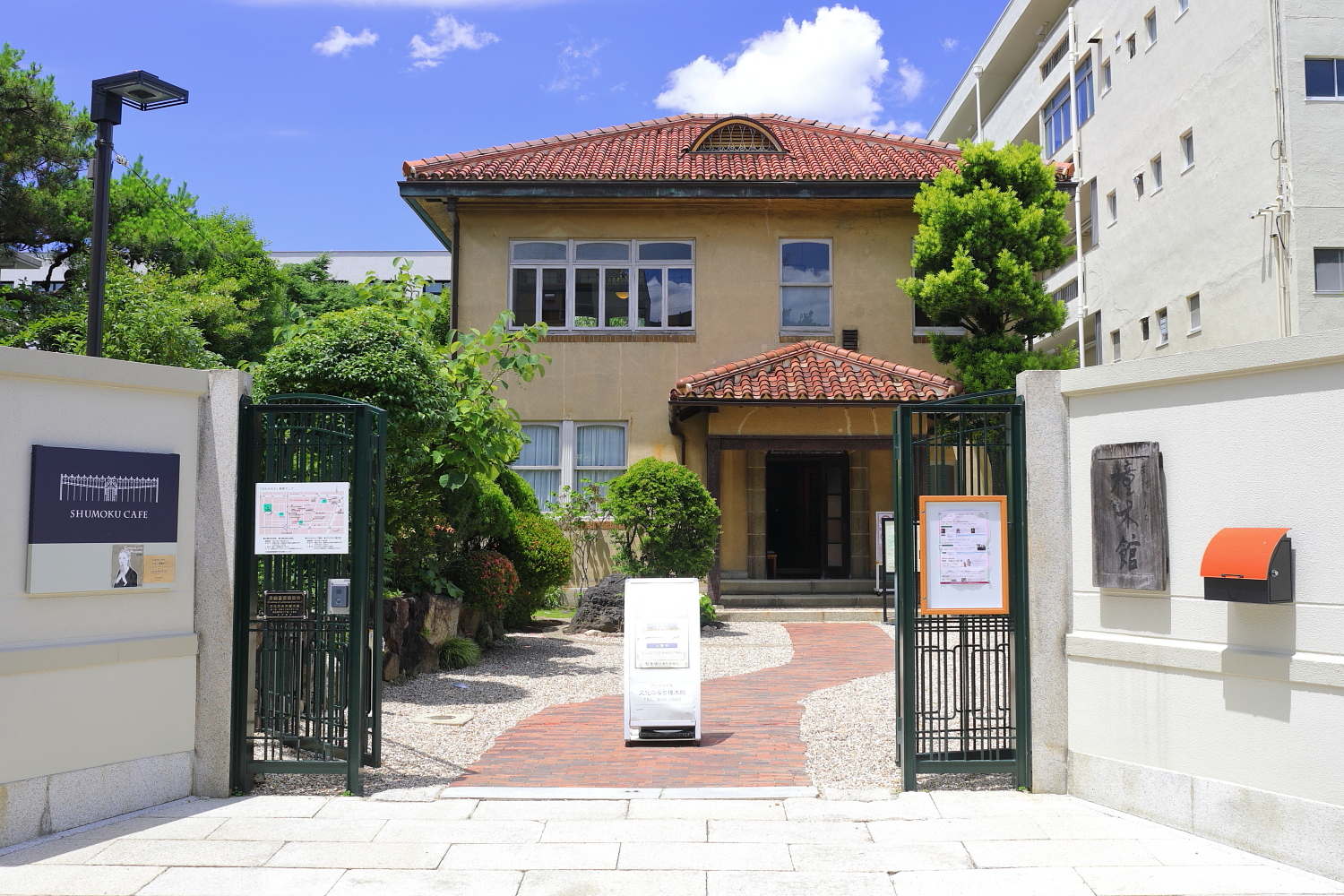
井元家住宅主屋正面 （2022年6月）
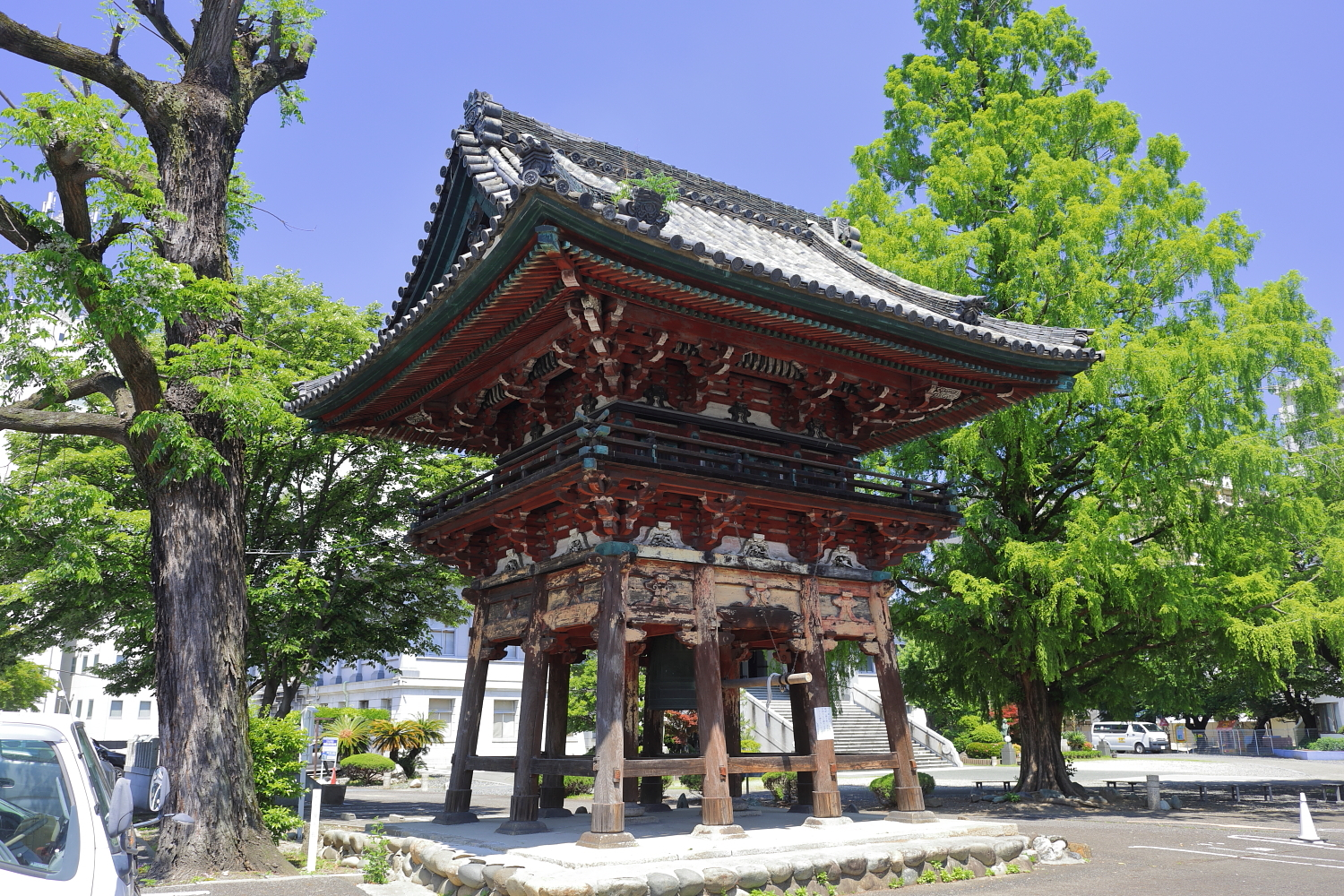
本願寺名古屋別院鐘楼 （2022年5月）
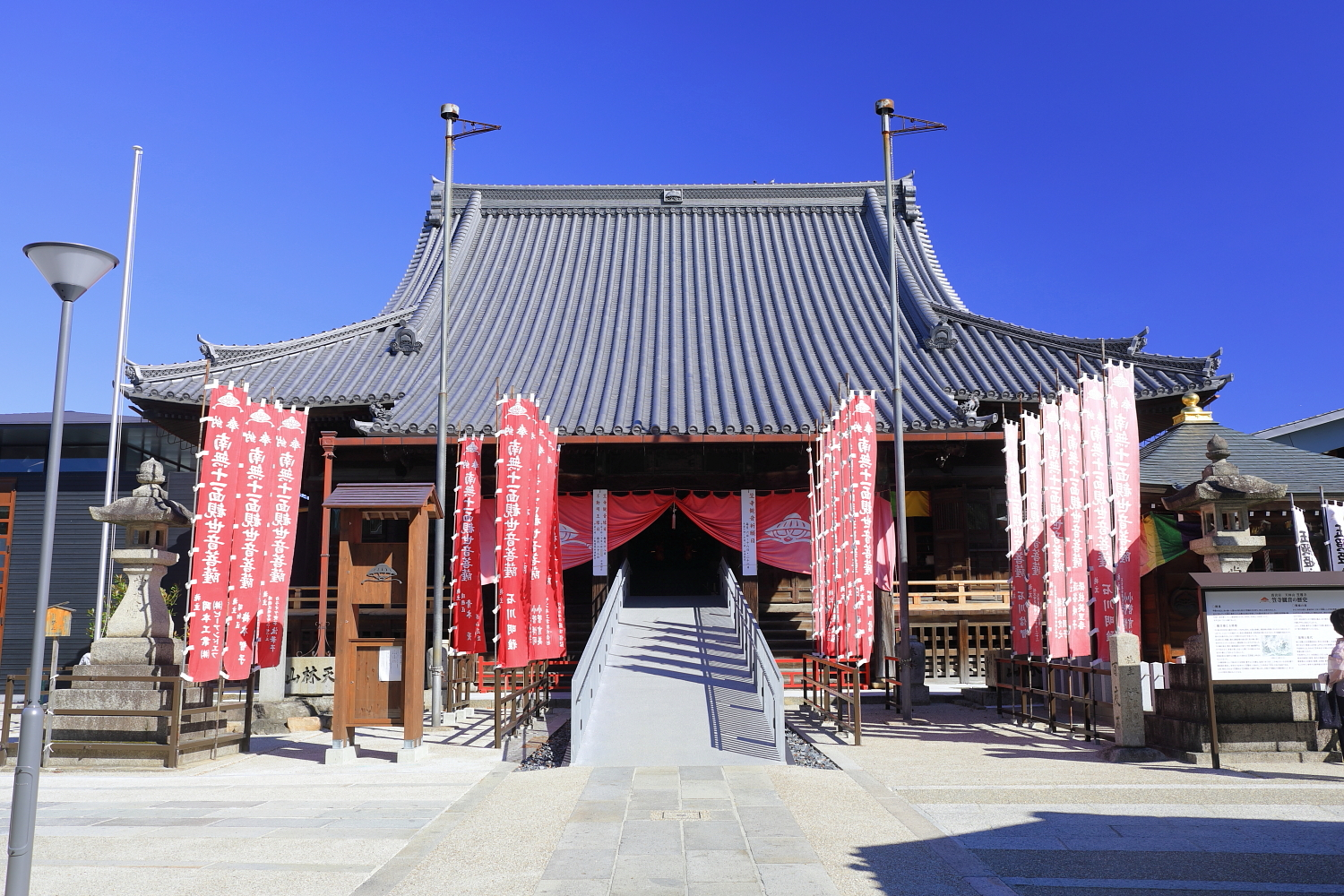
笠覆寺本堂 （2022年10月）
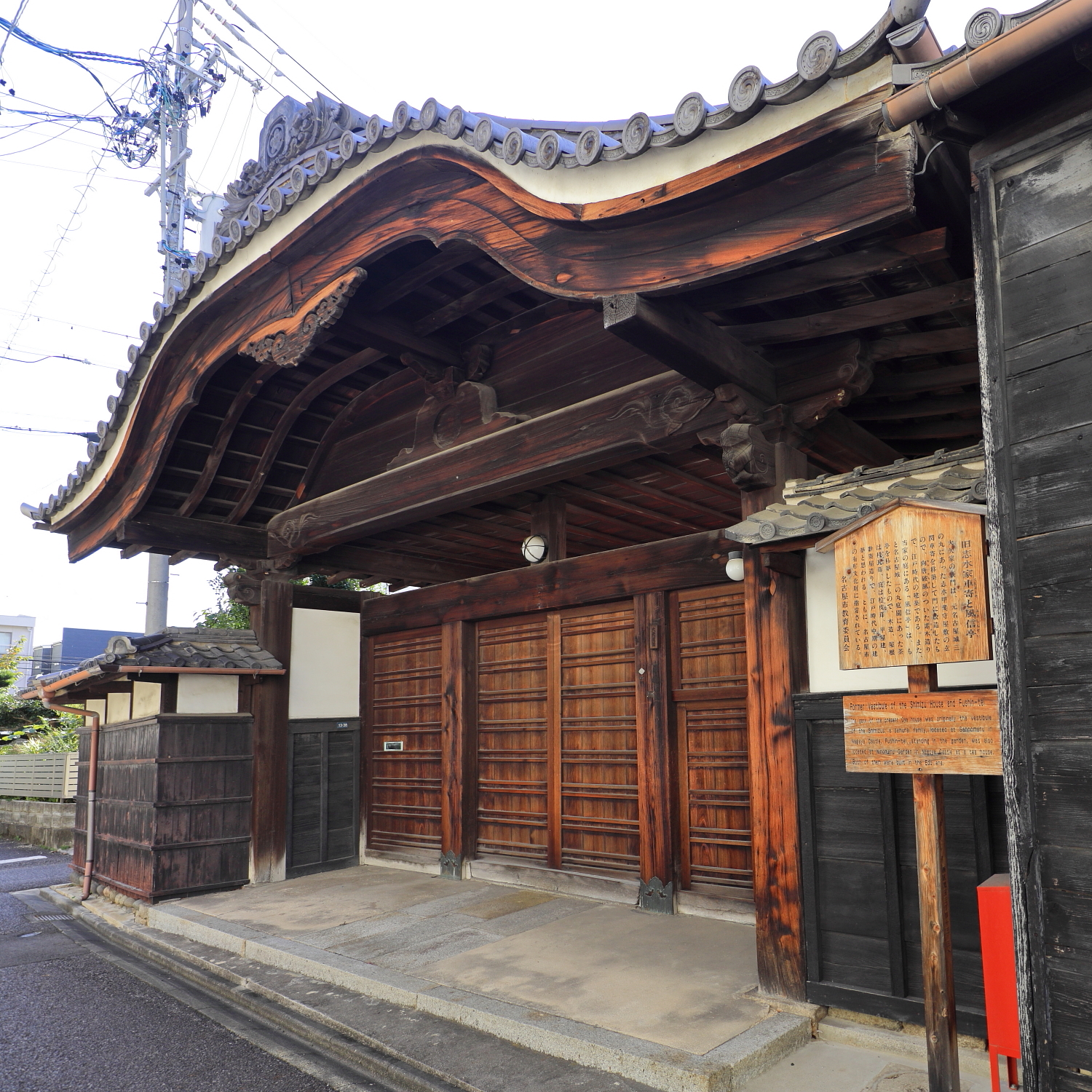
旧志水家玄関車寄せ （2022年10月）

国登録文化財
- 徳川美術館本館　1棟 - 徳川黎明会（東区徳川町）
- 徳川美術館南収蔵庫　1棟 - 徳川黎明会（東区徳川町）
- 乃木倉庫　1棟 - 名古屋城内（中区本丸）
- 愛知学院大学 楠元学舎第1号館　1棟 - 愛知学院（千種区楠元町）
- 東海学園大講堂　1棟 - 東海学園（東区筒井）
- 南山学園ライネルス館　1棟 - 南山学園（昭和区五軒家町）
- 金城学院高等学校　榮光館　1棟 - 金城学院（東区白壁）
- 名古屋港跳上橋（1・2号地間運河可動橋）　1基 - 名古屋港管理組合（港区入船・千鳥）
- 長母寺　本堂　1棟 - 長母寺（東区矢田）
- 長母寺　庫裡　　1棟 - 長母寺（東区矢田）
- 長母寺　山門　1棟 - 長母寺（東区矢田）
- 建中寺　徳興殿　1棟 - 建中寺（東区筒井）
- 旧加藤商会ビル　1棟 - 中区錦
- 又兵衛（旧坂上家住宅）　1棟 - 熱田神宮（熱田区神宮）
- 龍影閣（旧名古屋博物館品評所）　1棟 - 熱田神宮（熱田区神宮）
- 料亭河文　主屋　1棟 - 河文（中区丸の内）
- 料亭河文　表門,塀及び脇門　1棟 - 河文（中区丸の内）
- 料亭河文　新用亭及び渡廊下　1棟 - 河文（中区丸の内）
- 料亭河文　用々亭　1棟 - 河文（中区丸の内）
- 料亭河文　厨房　1棟 - 河文（中区丸の内）
- 旧川上貞奴邸　主屋（文化のみち二葉館）　1棟 - 東区橦木町
- 旧川上貞奴邸　蔵　1棟 - 東区橦木町
- 春江院　本堂　1棟 - 春江院（緑区大高町）
- 春江院　本玄関及び書院　1棟 - 春江院（緑区大高町）
- 春江院　不老閣　1棟 - 春江院（緑区大高町）
- 春江院　茶室　1棟 - 春江院（緑区大高町）
- 春江院　庫裏　1棟 - 春江院（緑区大高町）
- 春江院　山門　1棟 - 春江院（緑区大高町）
- 春江院　鐘楼　1棟 - 春江院（緑区大高町）
- 松楓閣　本館　1棟 - 松楓閣（千種区山門町）
- 松楓閣　離れ　1棟 - 松楓閣（千種区山門町）
- オリエンタルビル屋上観覧車　1基 - オリエンタルビル（中区栄）
- 萬乗醸造　主屋　1棟 - 萬乗醸造（緑区大高町）
- 萬乗醸造　旧精米作業場　1棟 - 萬乗醸造（緑区大高町）
- 萬乗醸造　瓶詰作業場　1棟 - 萬乗醸造（緑区大高町）
- 萬乗醸造　元蔵　1棟 - 萬乗醸造（緑区大高町）
- 萬乗醸造　中蔵　1棟 - 萬乗醸造（緑区大高町）
- 萬乗醸造　新蔵　1棟 - 萬乗醸造（緑区大高町）
- 萬乗醸造　白米倉庫　1棟 - 萬乗醸造（緑区大高町）
- 萬乗醸造　離れ　1棟 - 萬乗醸造（緑区大高町）
- 萬乗醸造　土蔵　1棟 - 萬乗醸造（緑区大高町）
- 萬乗醸造　内井戸　1所 - 萬乗醸造（緑区大高町）
- 萬乗醸造　旧仕込蔵及び樽修理場　1棟 - 萬乗醸造（緑区大高町）
- 萬乗醸造　外井戸　5基 - 萬乗醸造（緑区大高町）
- 名古屋大学医学部附属病院門及び外塀（旧愛知県立医学専門学校正門及び外塀）　1基 - 名古屋大学（昭和区鶴舞町）
- 名古屋大学医学部附属病院門及び外塀（旧愛知県立病院正門及び外塀）　1基 - 名古屋大学（昭和区鶴舞町）
- 名古屋大学医学部附属病院門及び外塀（旧愛知県立病院通用門及び外塀）　1基 - 名古屋大学（昭和区鶴舞町）
- 中濱家住宅　主屋　1棟 - 個人蔵（緑区）
- 中濱家住宅　土蔵　1棟 - 個人蔵（緑区）
- 中濱家住宅　物置　1棟 - 個人蔵（緑区）
- 中濱家住宅　門　1棟 - 個人蔵（緑区）
- 中濱家住宅　石垣及び塀　1所 - 個人蔵（緑区）
- 名古屋陶磁器会館　1棟 - 名古屋陶磁器会館（東区徳川）
- 棚橋家住宅　主屋　1棟 - 個人蔵（緑区有松）
- 名古屋大学豊田講堂　1棟 - 名古屋大学（千種区仁座町）
- カトリック主税町教会信者会館　1棟 - カトリック名古屋教区（東区主税町）
- カトリック主税町教会司祭館　1棟 - カトリック名古屋教区（東区主税町）
- カトリック主税町教会煉瓦塀　1基 - カトリック名古屋教区（東区主税町）
- 石原家住宅主屋　1棟 - 個人蔵（北区）
- 神谷家住宅柏露軒　1棟 - 個人蔵（中区）
- 神谷家住宅狐葊　1棟 - 個人蔵（中区）
- 神谷家住宅腰掛待合　1棟 - 個人蔵（中区）
- 神谷家住宅中潜門　1棟 - 個人蔵（中区）
- 日本福音ルーテル復活教会　1棟 - 日本福音ルーテル教会（東区徳川町）
- 名古屋市東山荘　主屋　1棟 - 名古屋市（瑞穂区初日町）
- 名古屋市東山荘　正門及び塀　1棟 - 名古屋市（瑞穂区初日町）
- 名古屋市東山荘　庭門及び塀　1棟 - 名古屋市（瑞穂区初日町）
- 筧家住宅　主屋　1棟 - 個人蔵（中村区下米野）
- 徳川園黒門　1棟 - 名古屋市（東区徳川町）
- 徳川園脇長屋　1棟 - 名古屋市（東区徳川町）
- 徳川園塀　1棟 - 名古屋市（東区徳川町）
- 徳川園釣瓶井戸　1基 - 名古屋市（東区徳川町）
- 蓬左文庫旧書庫　1棟 - 名古屋市（東区徳川町）
- 蘇山荘　1棟 - 名古屋市（東区徳川町）
- 徳川美術館山の茶屋　1棟 - 徳川黎明会（東区徳川町）
- 徳川美術館心空庵及び餘芳軒　1棟 - 徳川黎明会（東区徳川町）
- 徳川美術館餘芳軒東屋　1棟 - 徳川黎明会（東区徳川町）
- 日本陶磁器センター旧館　1棟 - 日本陶業連盟（東区代官町）
- 日本陶磁器センター新館　1棟 - 日本陶業連盟（東区代官町）
- 名古屋カテドラル聖ペトロ聖パウロ大聖堂　1棟 - カトリック名古屋教区（東区葵）
- 崇覚寺本堂　1棟 - 崇覚寺（中区橘）
- 鈴木家住宅主屋　1棟 - 個人蔵（昭和区）
- 蓮教寺本堂　1棟 - 蓮教寺（名東区高針）
- 蓮教寺書院　1棟 - 蓮教寺（名東区高針）
- 蓮教寺庫裏　1棟 - 蓮教寺（名東区高針）
- 蓮教寺鐘楼　1棟 - 蓮教寺（名東区高針）
- 蓮教寺山門及び脇塀　1棟 - 蓮教寺（名東区高針）
- 梵音寺本堂　1棟 - 蓮教寺（名東区高針）
- 愛知県立旭丘高等学校正門門柱（旧愛知県立第一中学校正門）　1基 - 東区出来町
- 中村公園記念館　1棟 - 中村公園内（中村区中村町）
- 中村公園豊頌軒　1棟 - 中村公園内（中村区中村町）
- 愛知県立瑞陵高等学校旧正門門柱（旧愛知県商業学校正門）　1基 - 瑞穂区北原町
- 愛知県立惟信高等学校正門門柱（旧愛知県惟信中学校正門）　1基 - 港区惟信町
- 善行寺本堂　1棟 - 善行寺（中川区愛知町）
- 善行寺玄関座敷　1棟 - 善行寺（中川区愛知町）
- 善行寺鐘楼　1棟 - 善行寺（中川区愛知町）
- 善行寺太鼓楼　1棟 - 善行寺（中川区愛知町）
- 善行寺手水舎　1棟 - 善行寺（中川区愛知町）
- 善行寺山門　1棟 - 善行寺（中川区愛知町）
- 爲三郎記念館　爲春亭　1棟 - 古川知足会（千種区堀割）
- 爲三郎記念館　知足庵　1棟 - 古川知足会（千種区堀割）
- 爲三郎記念館　待合　1棟 - 古川知足会（千種区堀割）
- 爲三郎記念館　雪隠　1棟 - 古川知足会（千種区堀割）
- 爲三郎記念館　正門　1棟 - 古川知足会（千種区堀割）
- 爲三郎記念館　東門　1棟 - 古川知足会（千種区堀割）
- 真宗大谷派名古屋別院東門及び土塀　1棟 - 真宗大谷派名古屋別院（中区橘）
- 七所神社本殿　1棟 - 七所神社（南区笠寺町）
- 川原田家住宅主屋　1棟 - 個人蔵（昭和区）
- 川原田家住宅表門及び塀　1棟 - 個人蔵（昭和区）
- 川原田家住宅裏門及び塀　1棟 - 個人蔵（昭和区）
- 川原田家住宅石垣　1基 - 個人蔵（昭和区）
- 名古屋市公会堂　1棟 - 昭和区鶴舞
- 愛知県立瑞陵高等学校感喜堂（旧講堂）　1棟 - 瑞穂区北原町

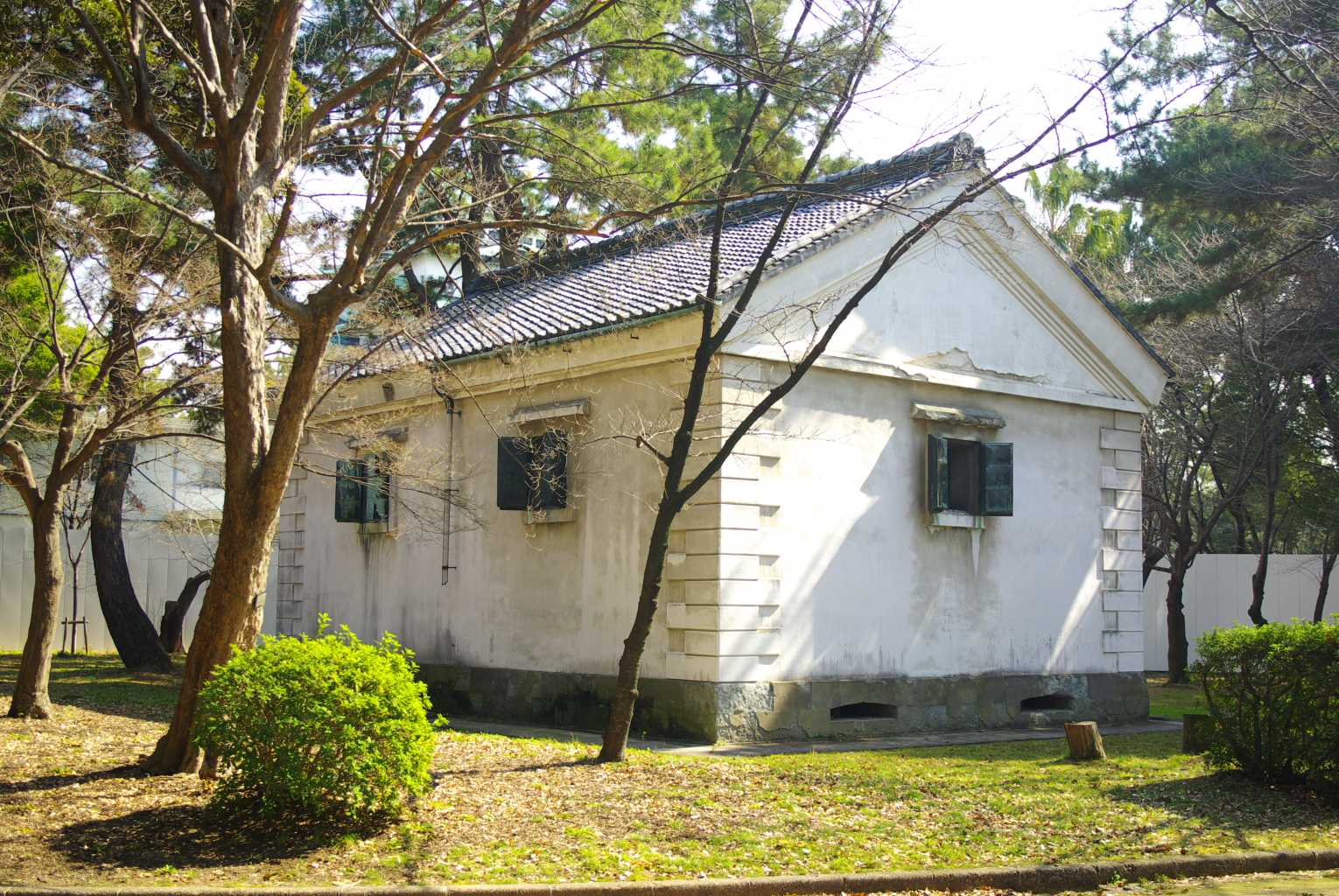
乃木倉庫 （2009年2月）
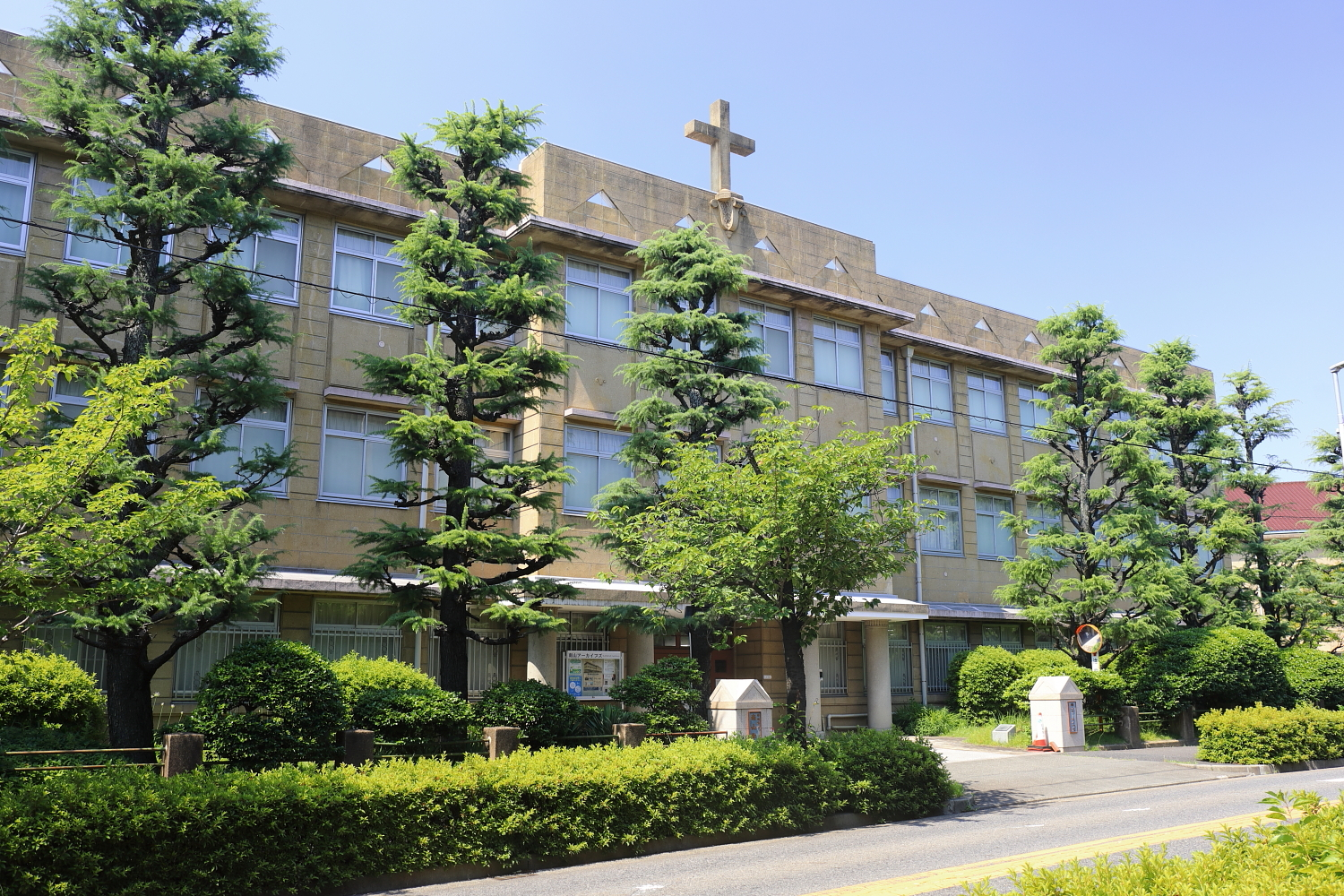
南山学園ライネルス館 （2021年6月）
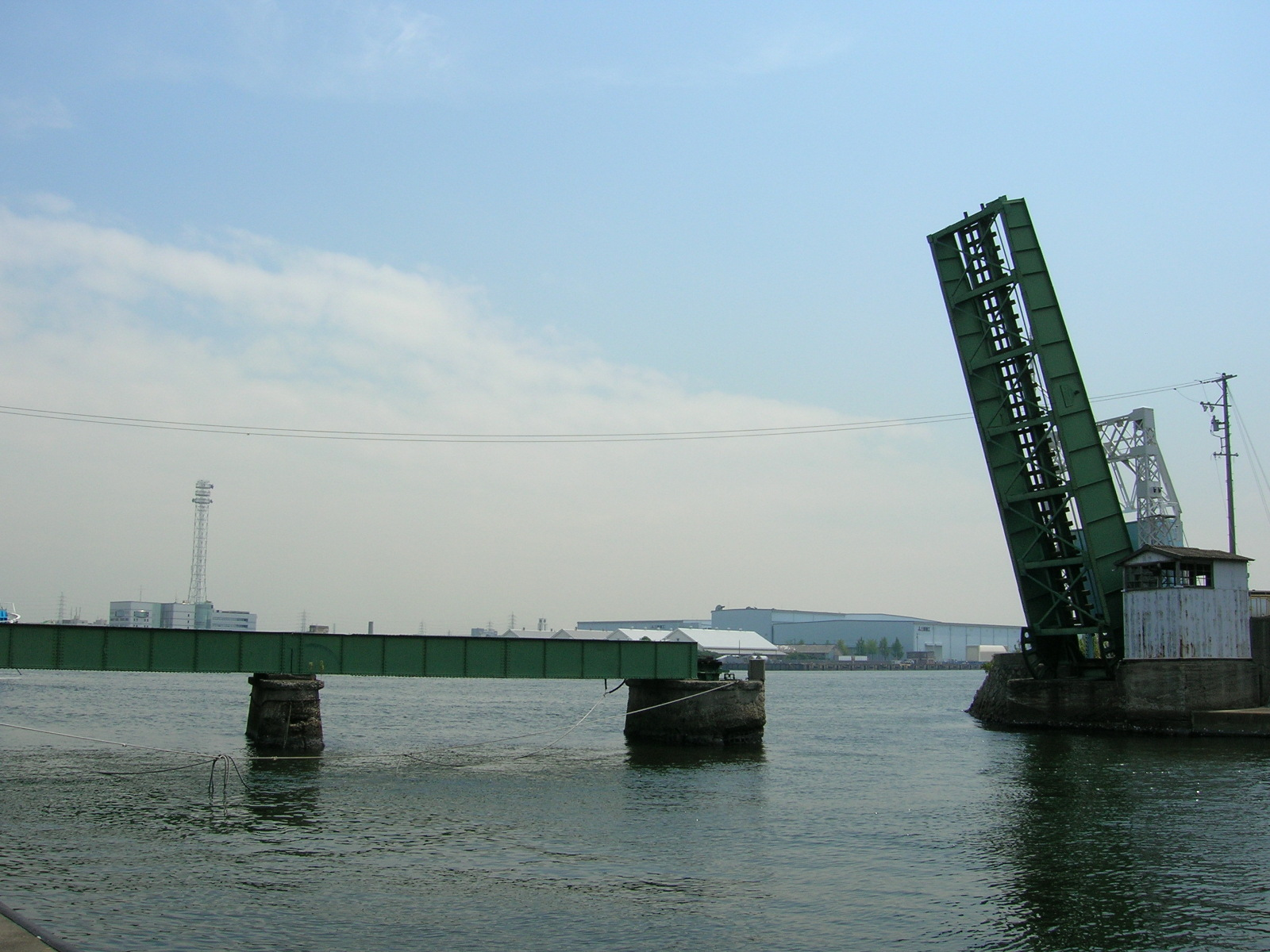
名古屋港跳上橋 （2009年8月）
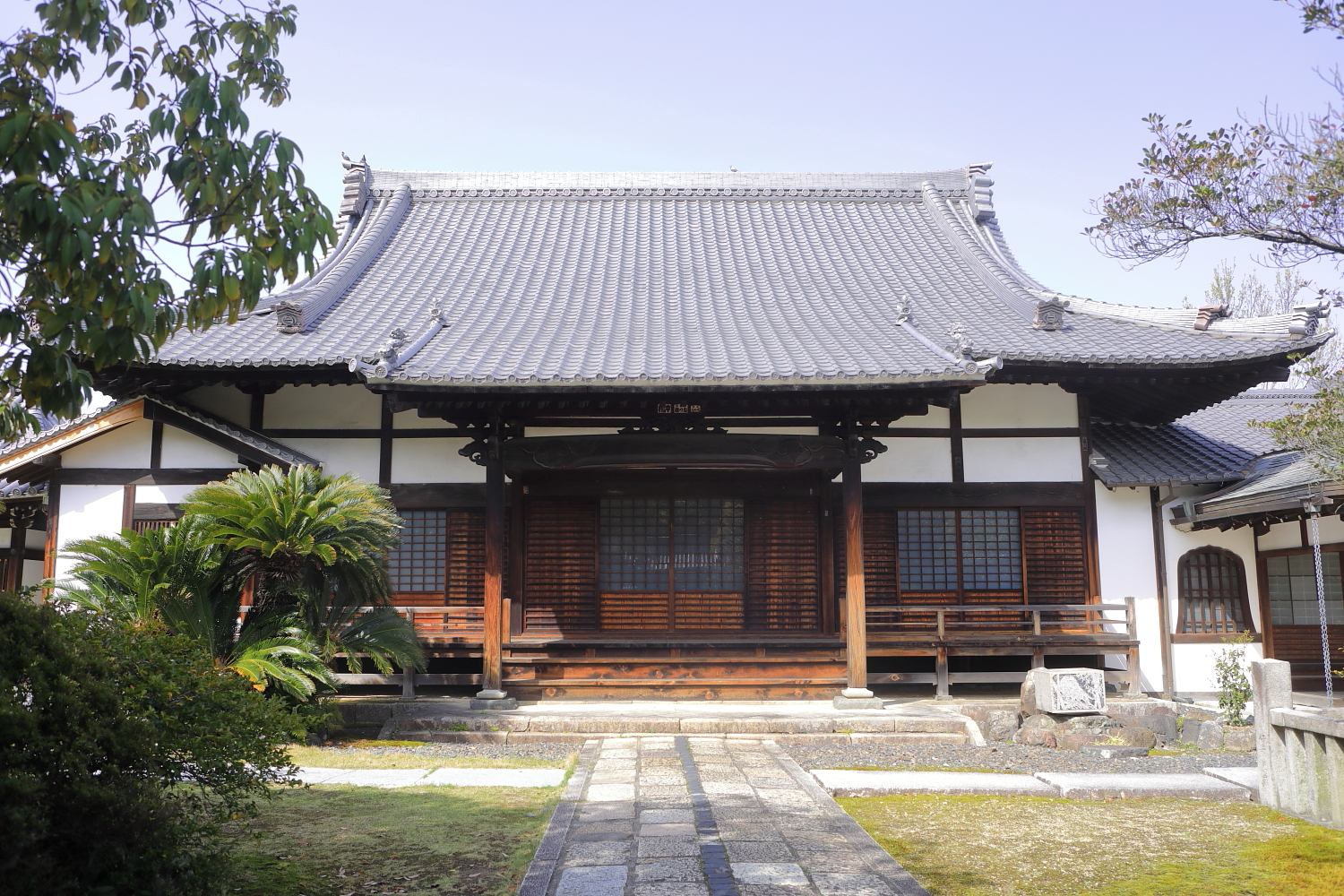
長母寺本堂 （2021年3月）
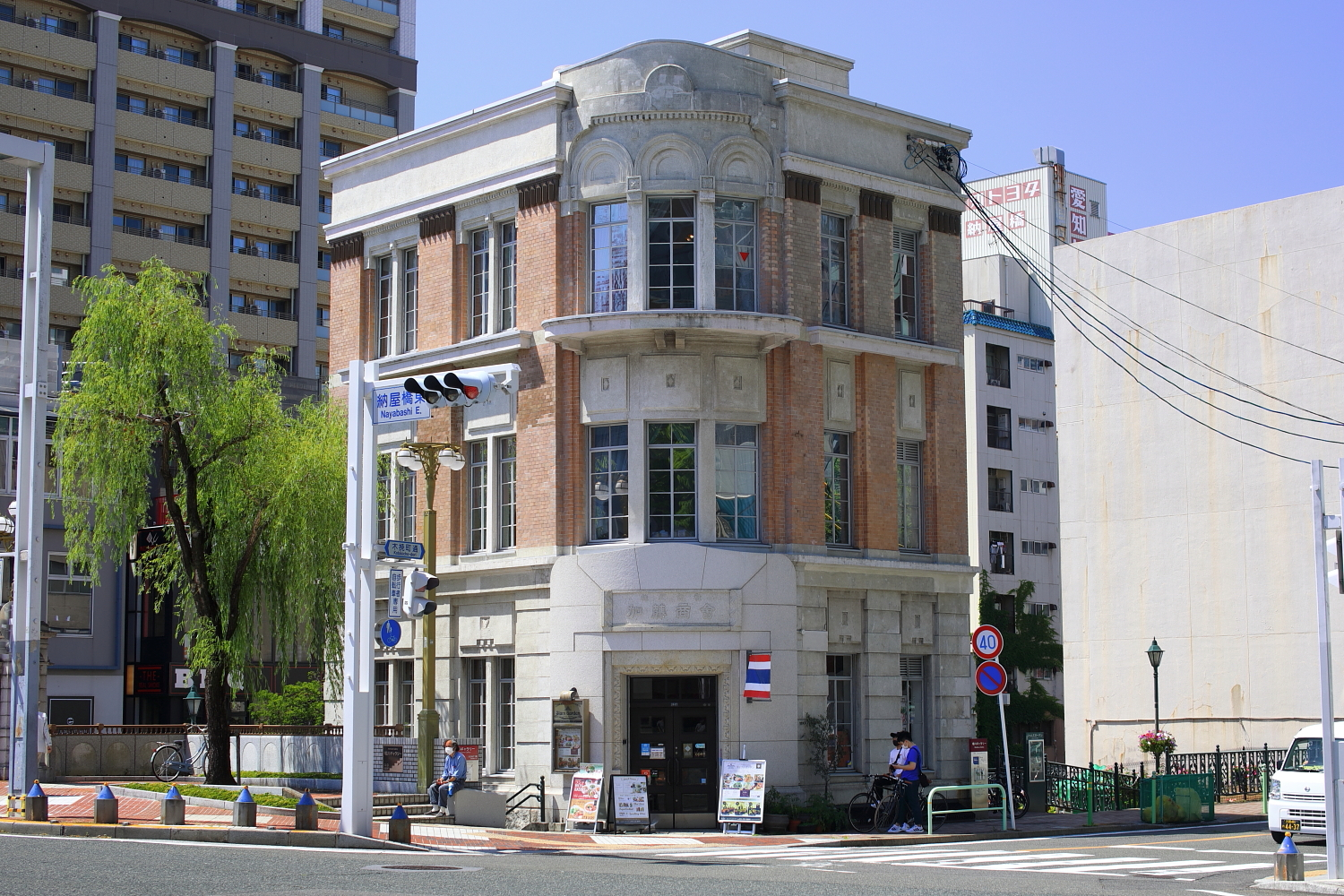
旧加藤商会ビル （2022年5月）
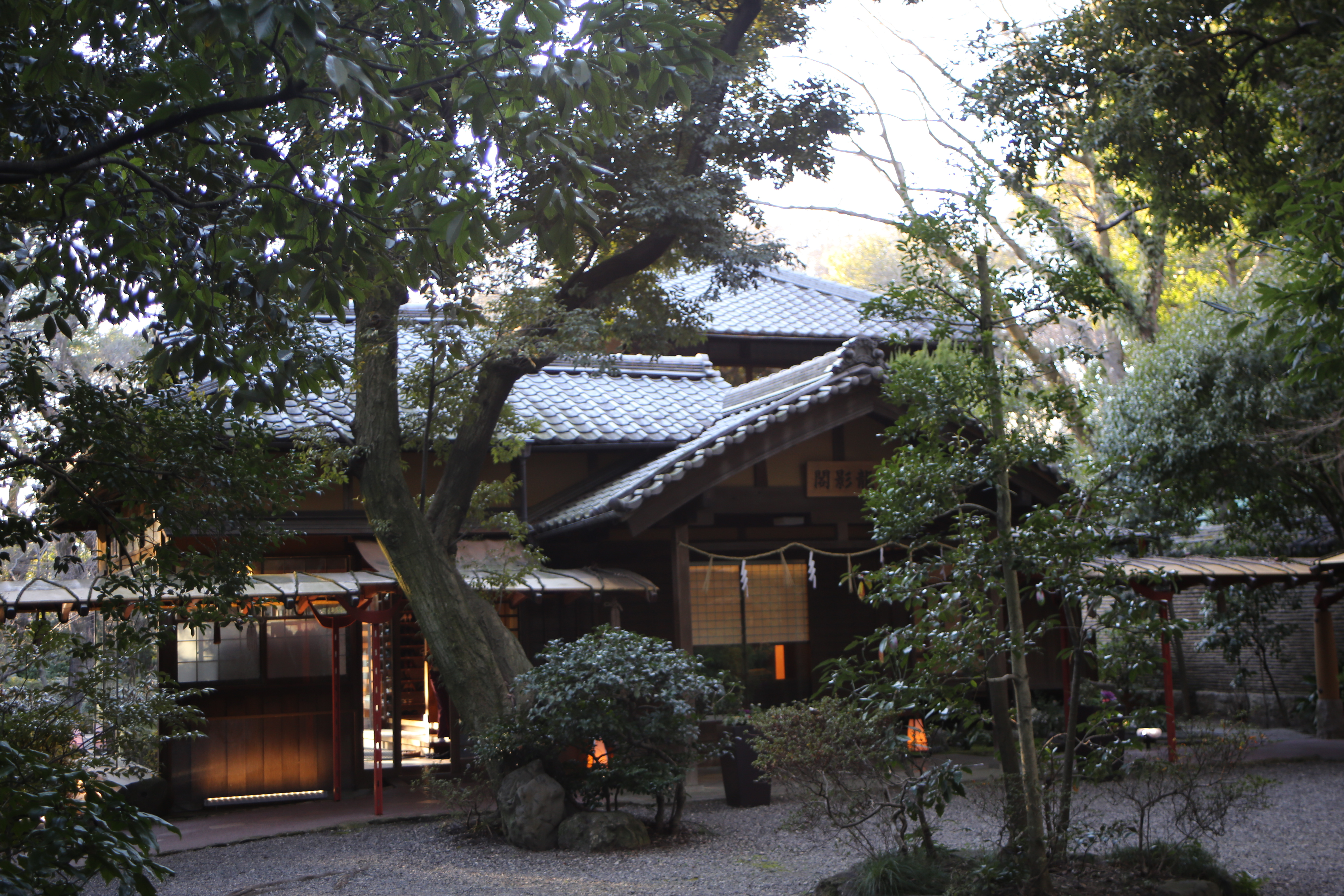
龍影閣 （2017年2月）
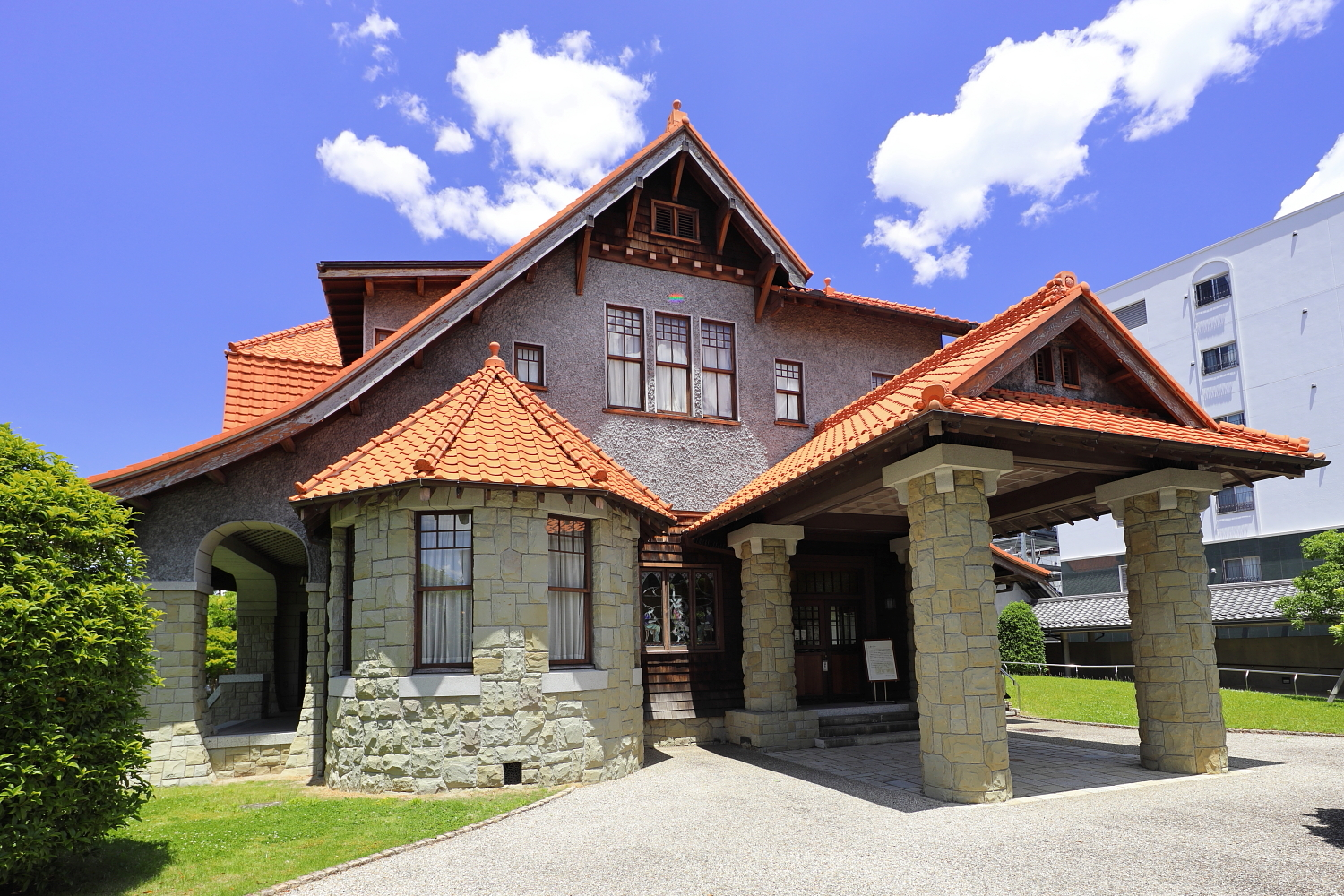
旧川上貞奴邸 （2022年6月）
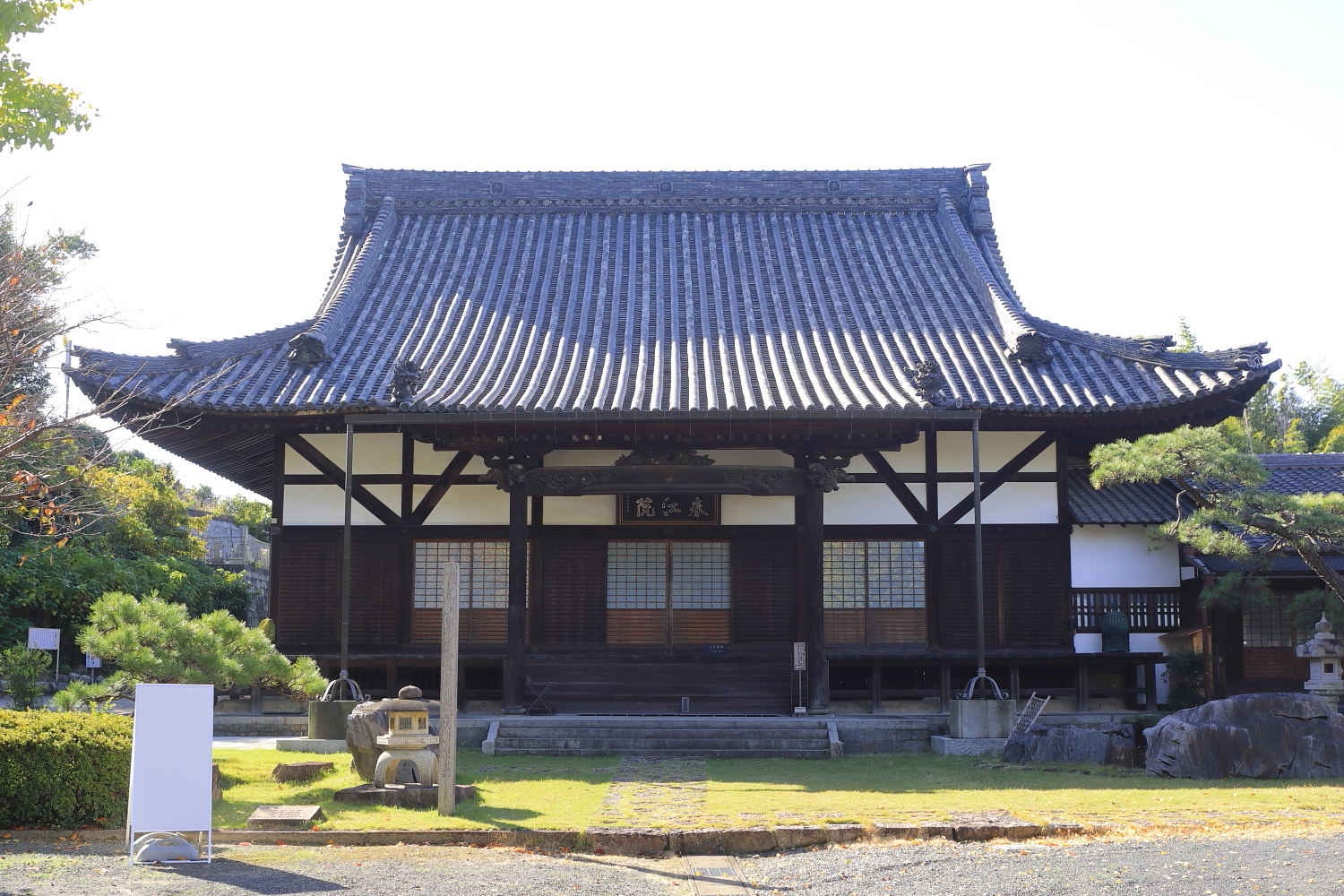
春江院本堂 （2020年11月）
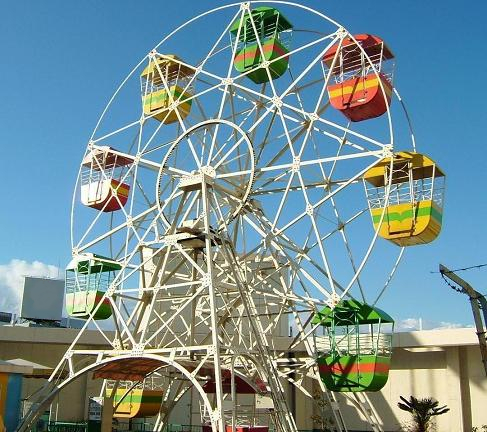
オリエンタルビル屋上観覧車 （2005年1月）
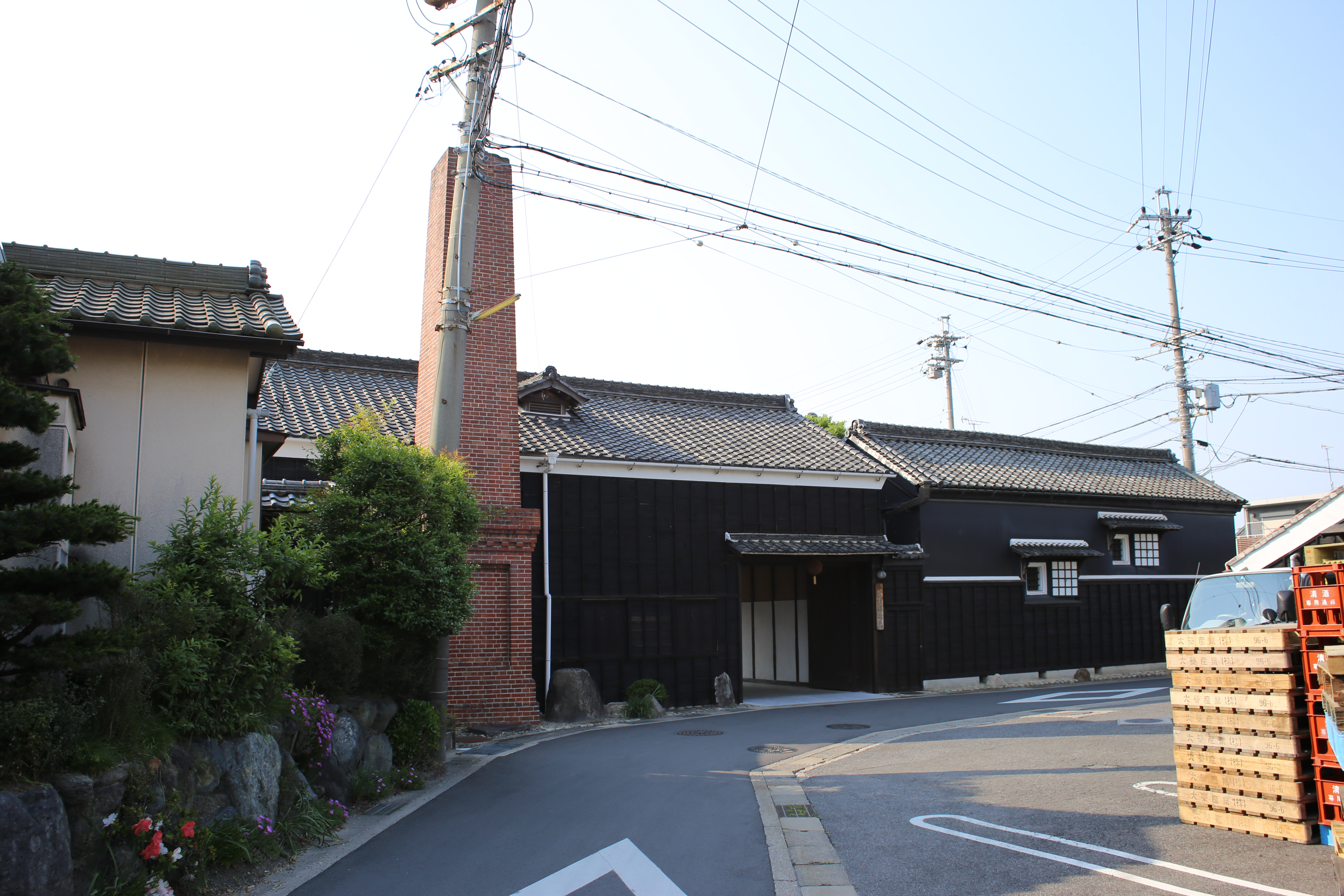
萬乗醸造 （2016年5月）
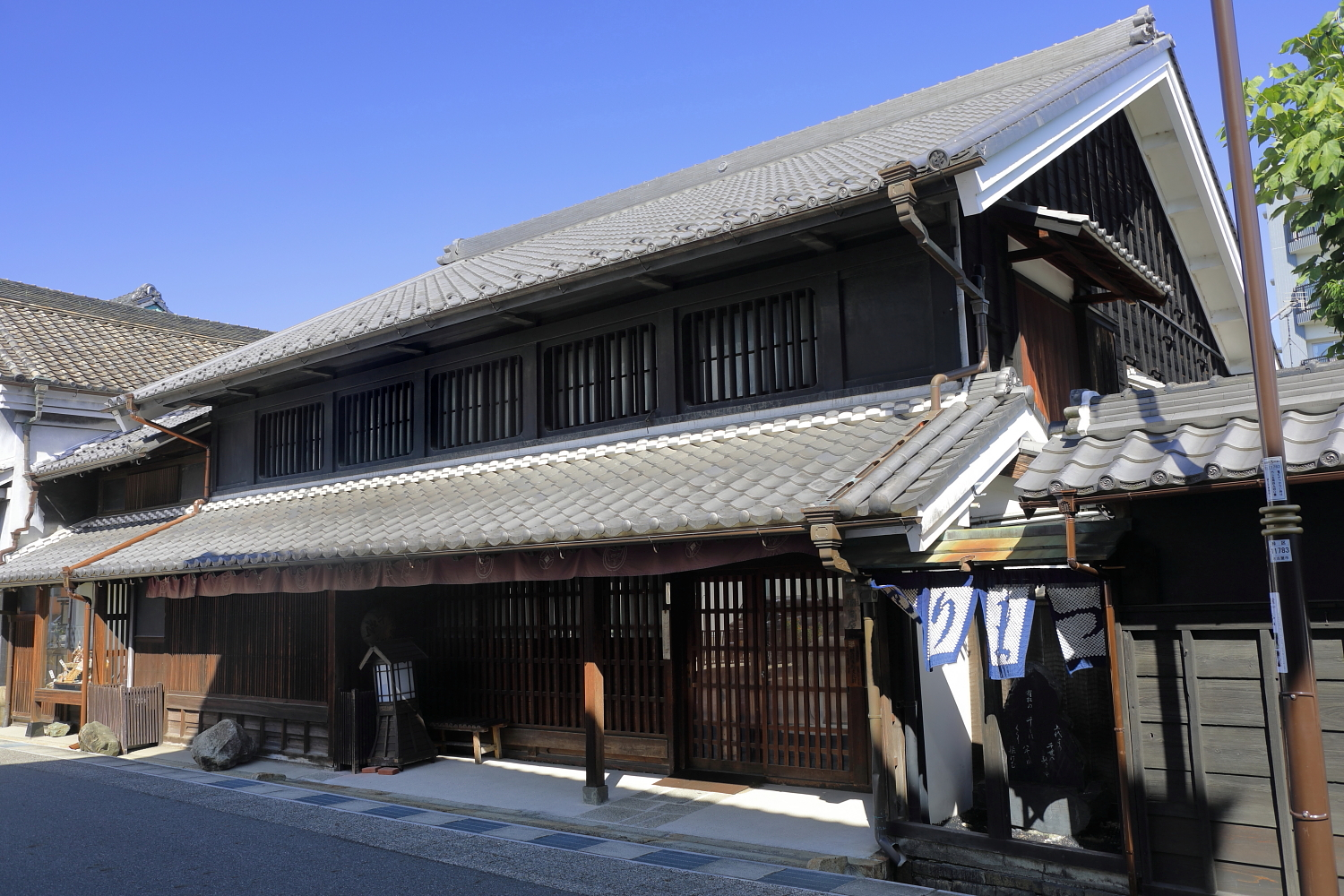
中濱家住宅主屋 （2020年10月）
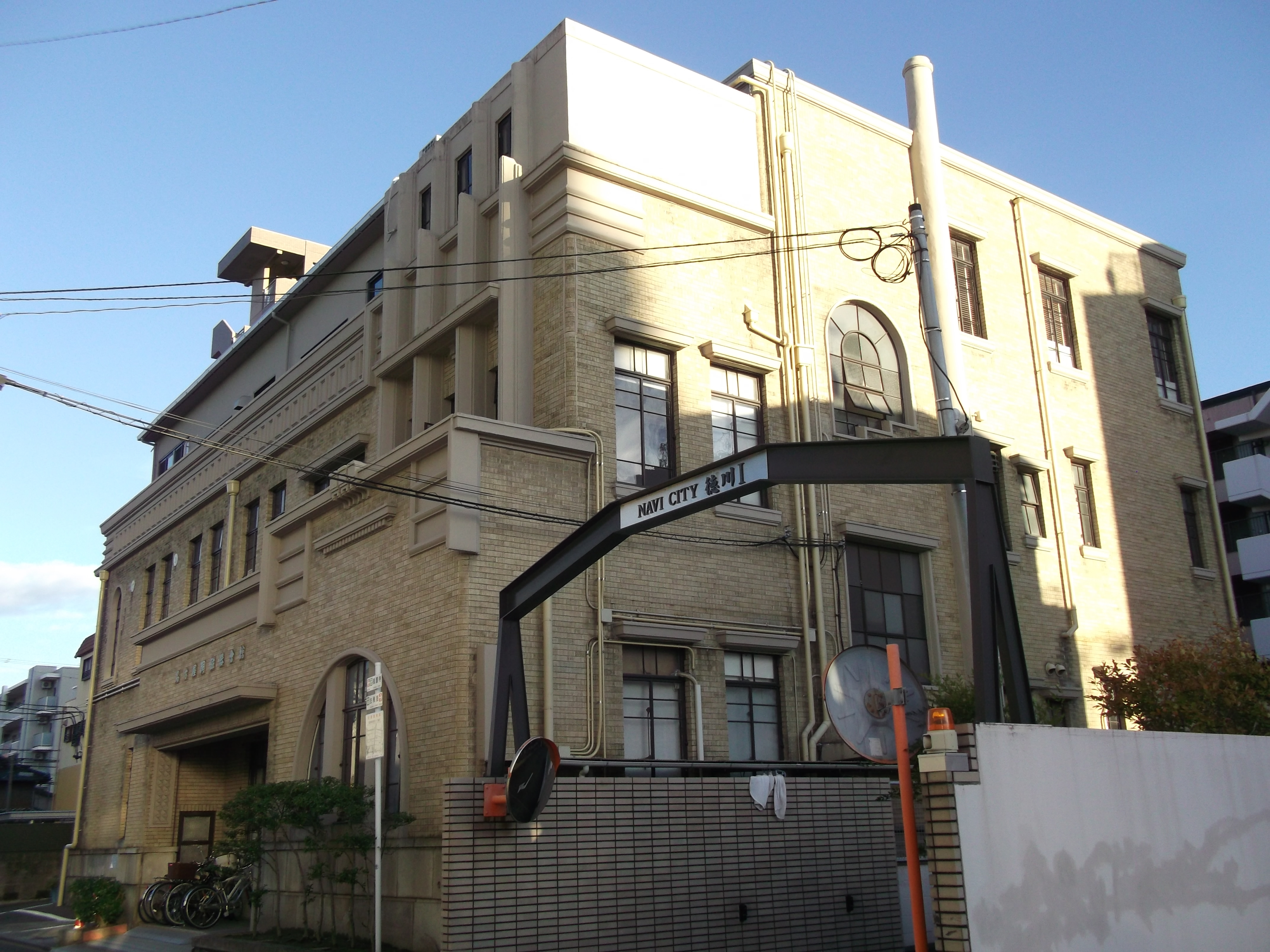
名古屋陶磁器会館 （2014年10月）
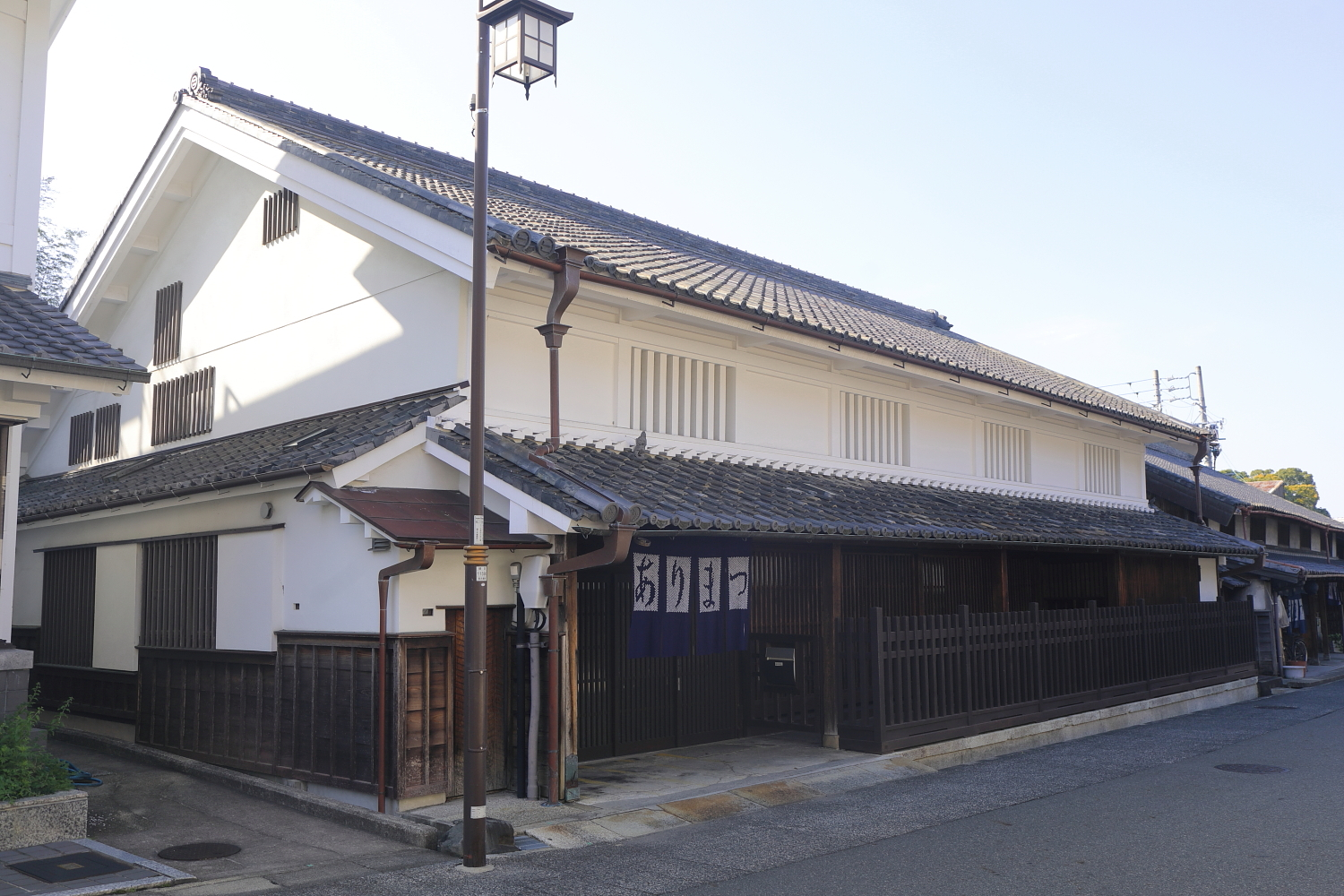
棚橋家住宅主屋 （2020年10月）
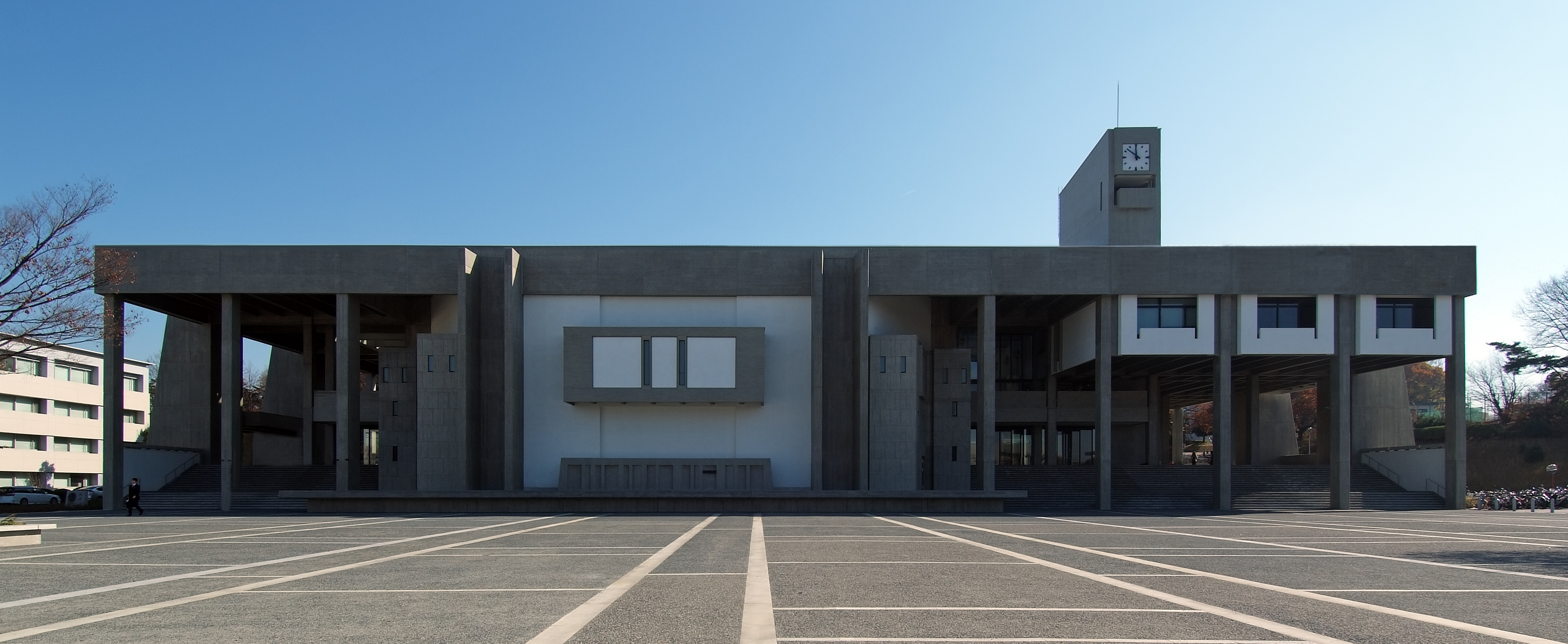
名古屋大学豊田講堂 （2008年12月）
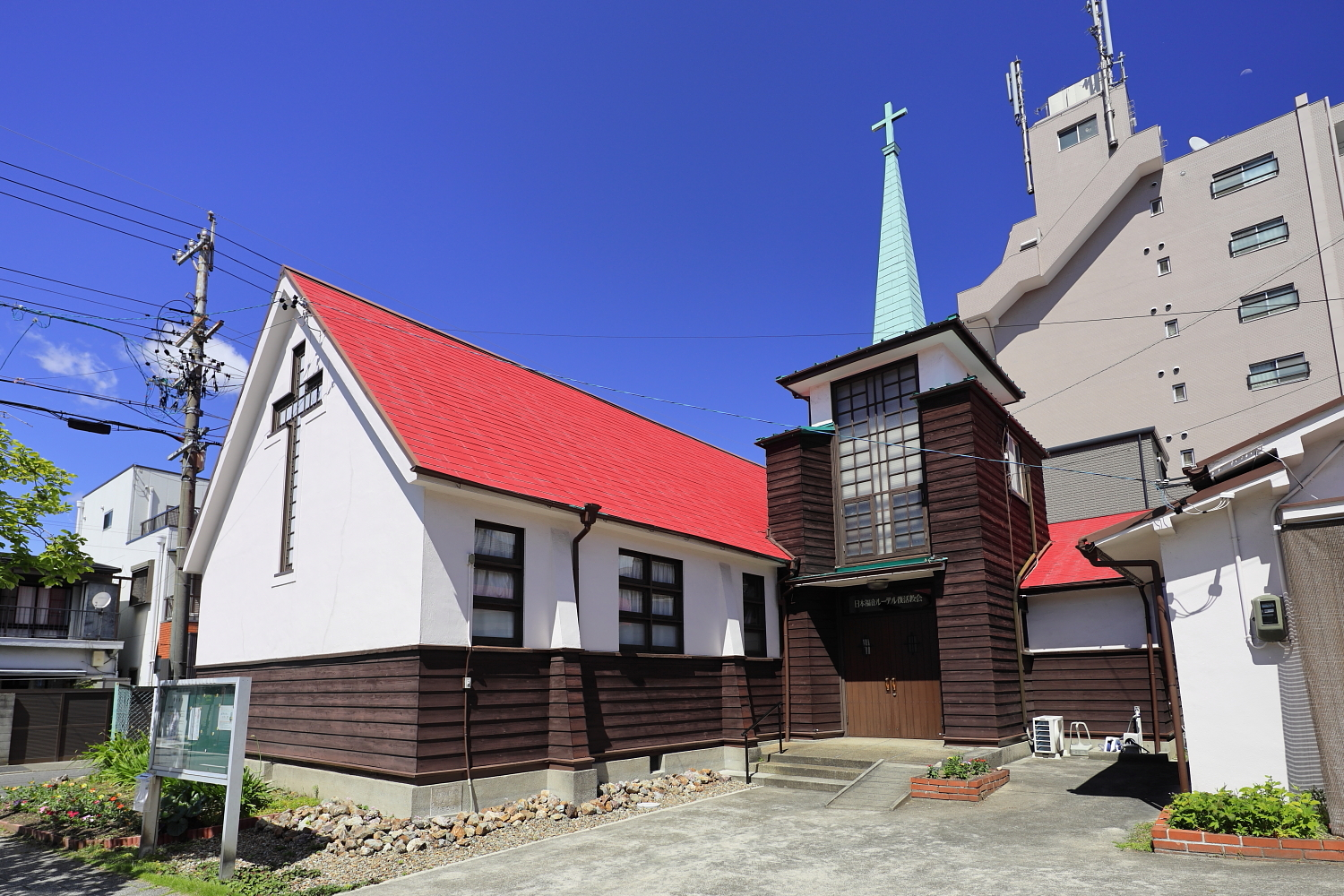
日本福音ルーテル復活教会 （2022年6月）
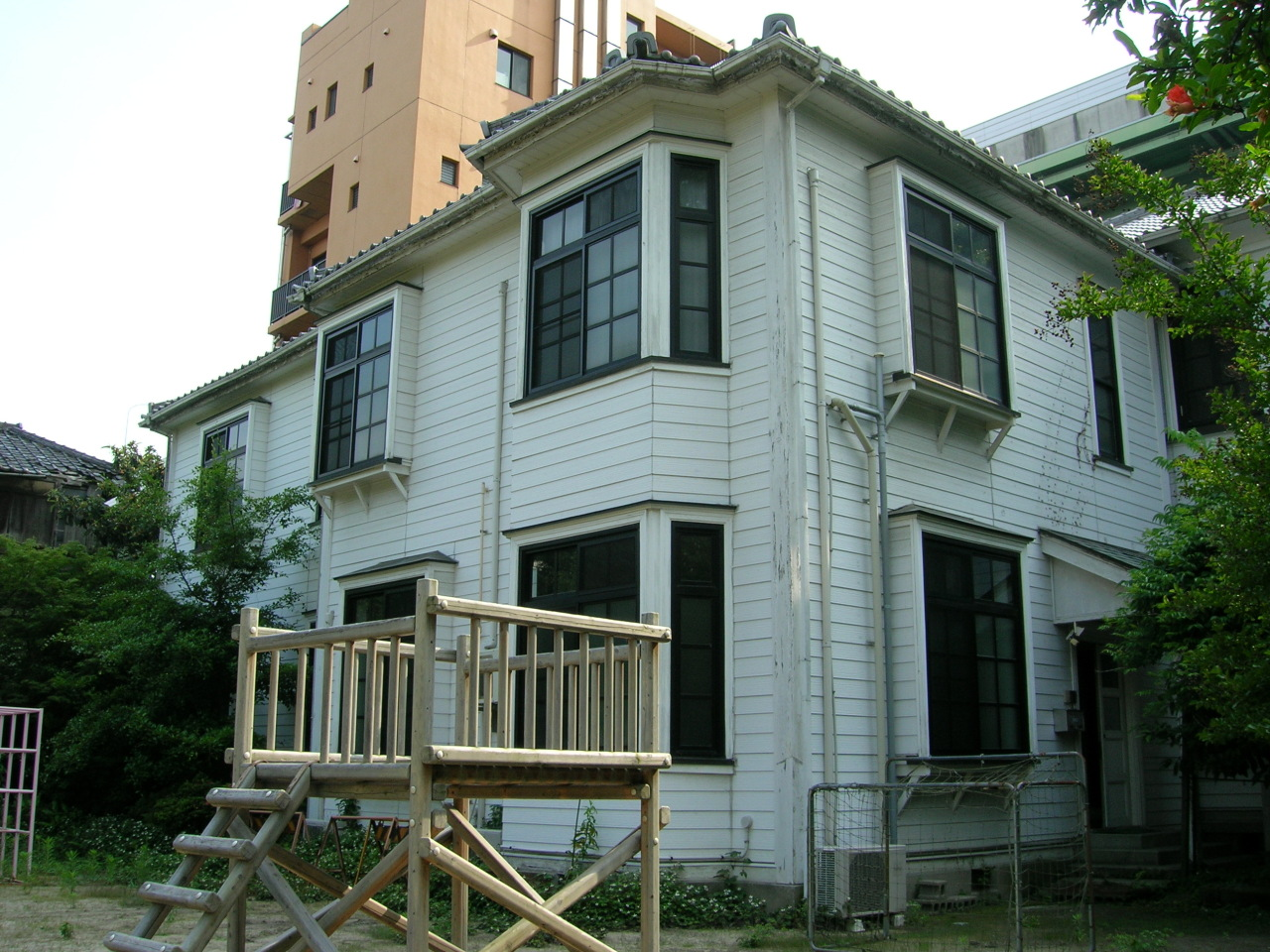
カトリック主税町教会司祭館 （2008年6月）
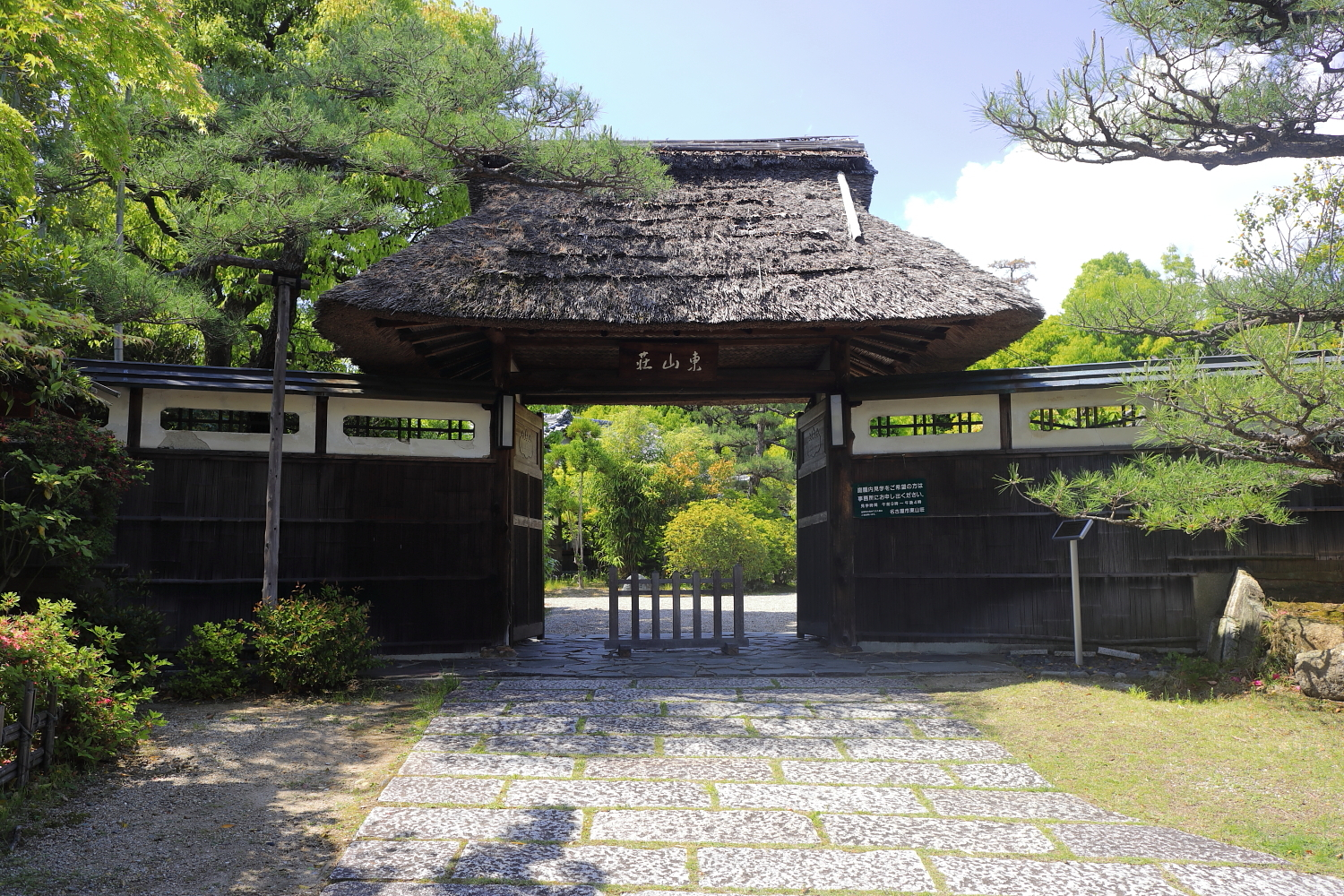
名古屋市東山荘正門 （2021年5月）
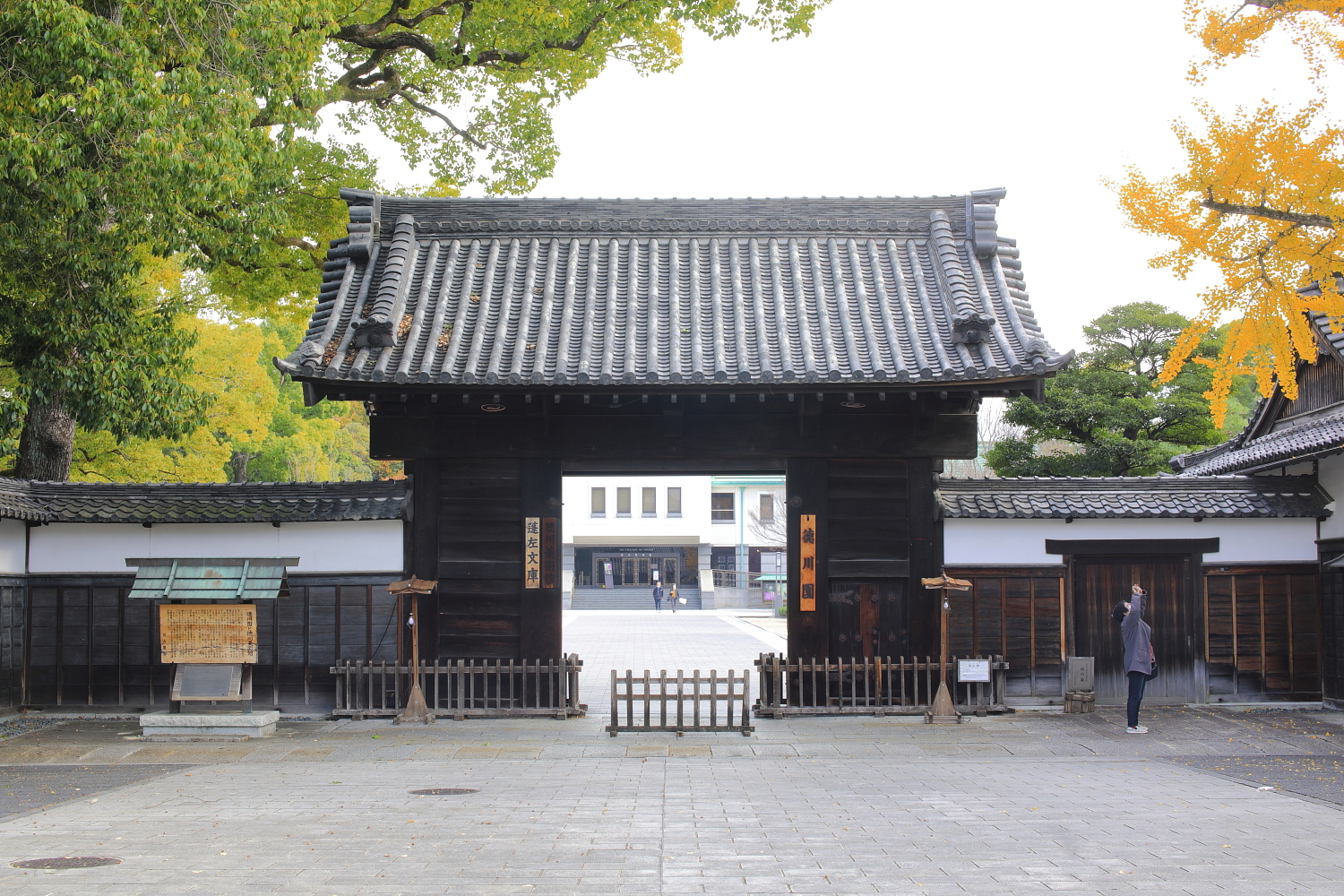
徳川園黒門 （2021年11月）
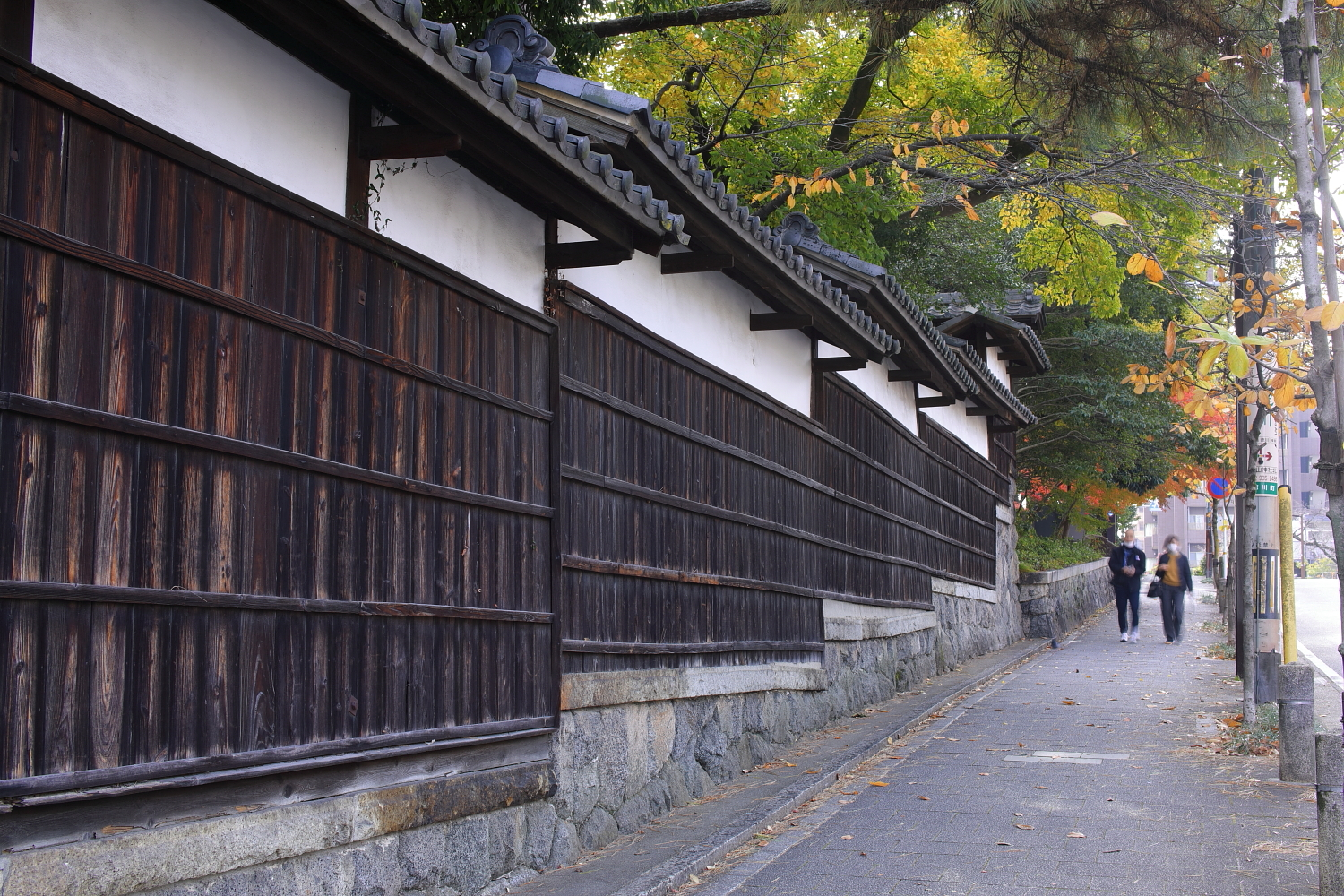
徳川園塀 （2021年11月）
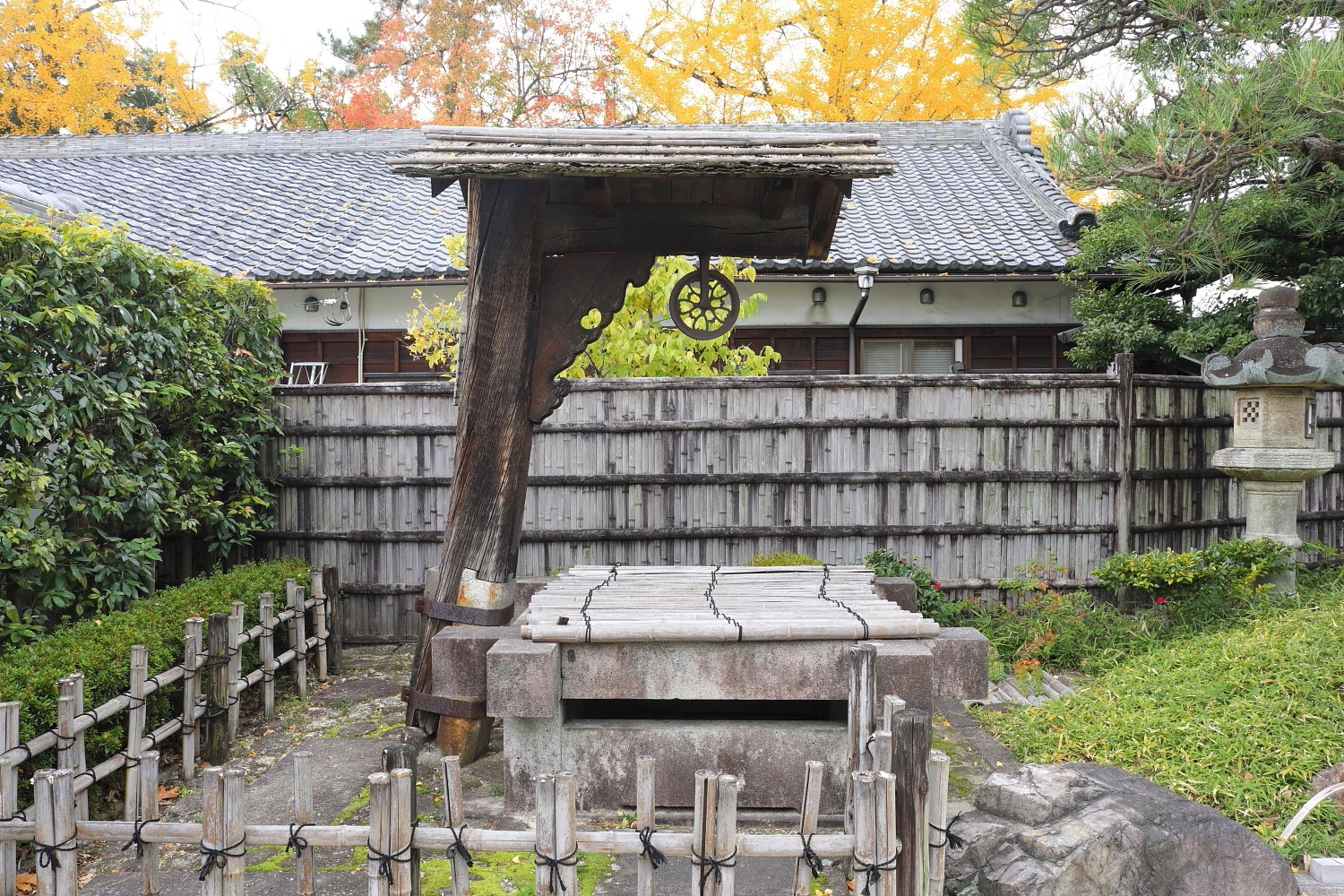
徳川園釣瓶井戸 （2021年11月）
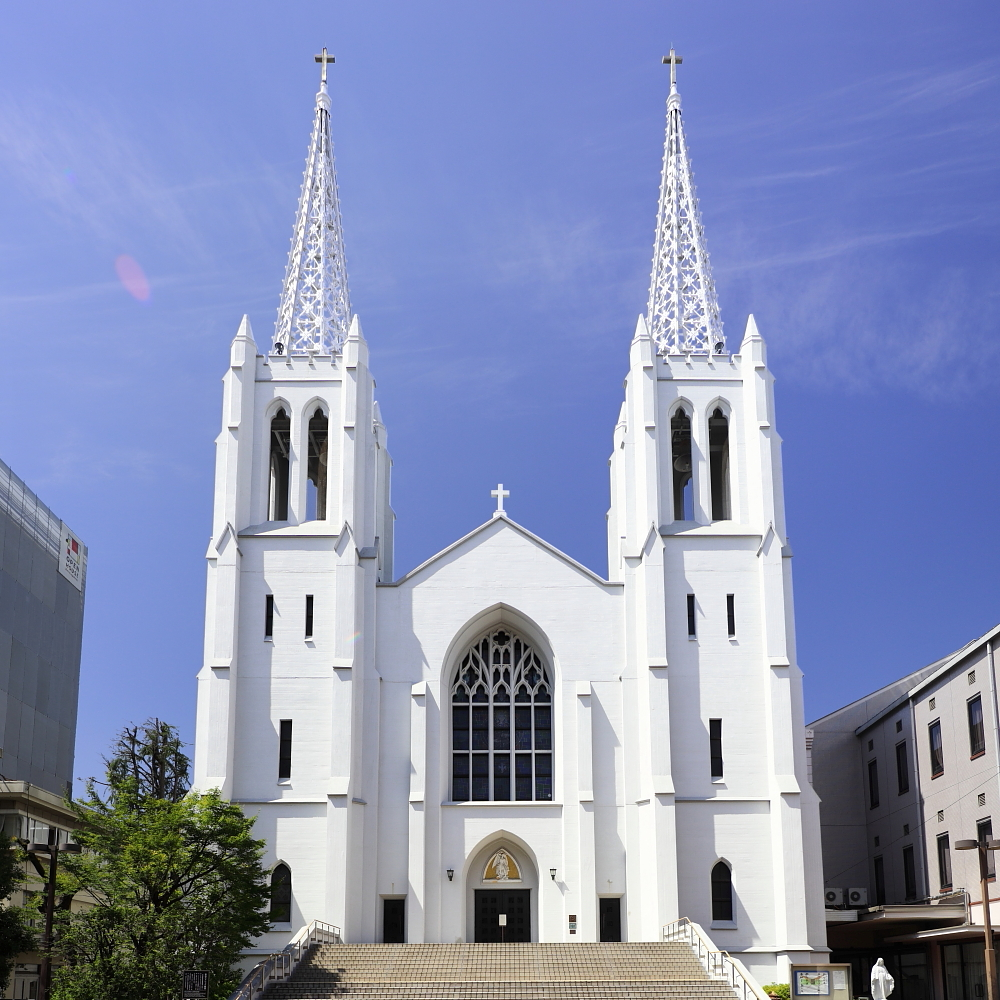
名古屋カテドラル聖ペトロ聖パウロ大聖堂 （2022年5月）
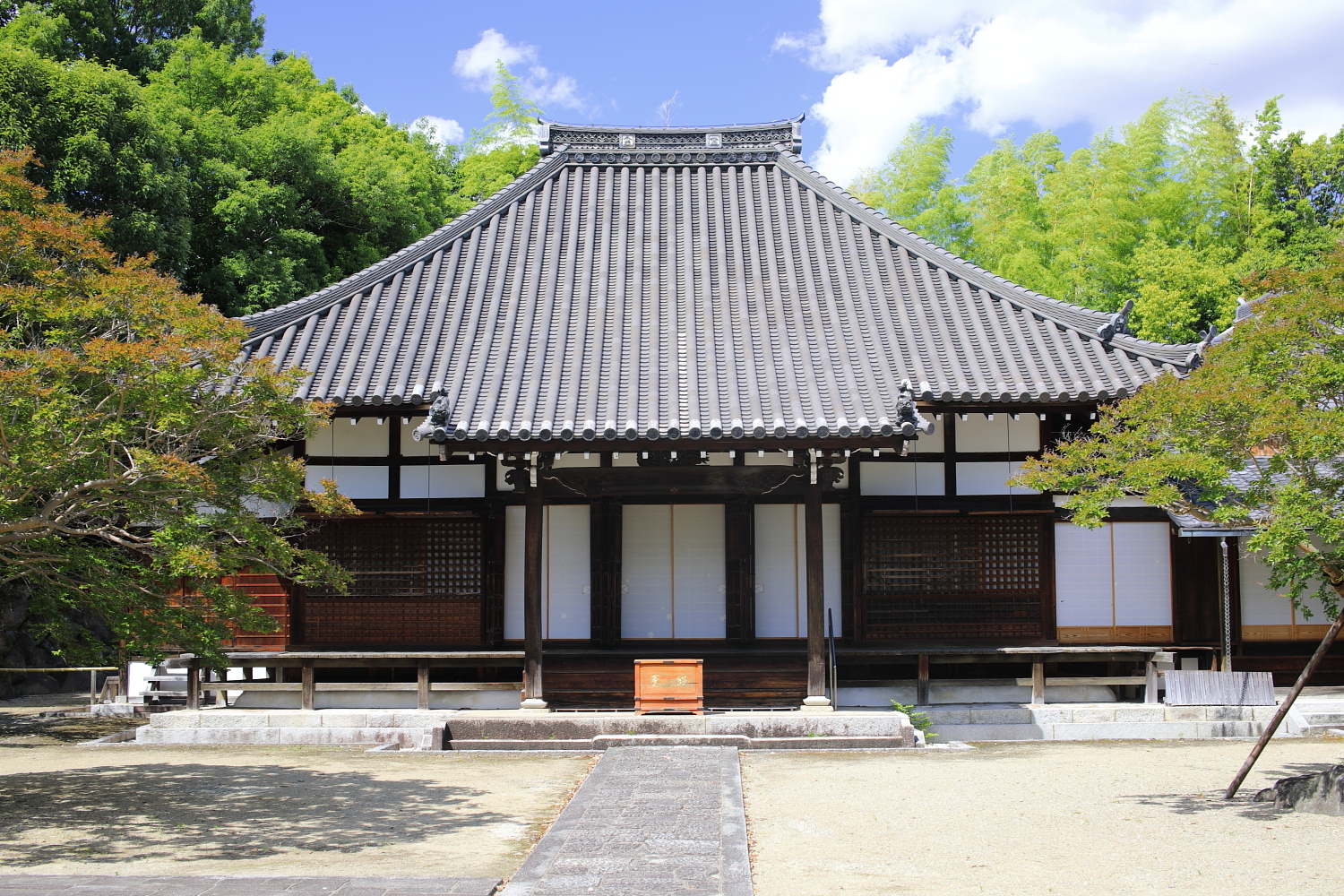
蓮教寺本堂 （2022年6月）
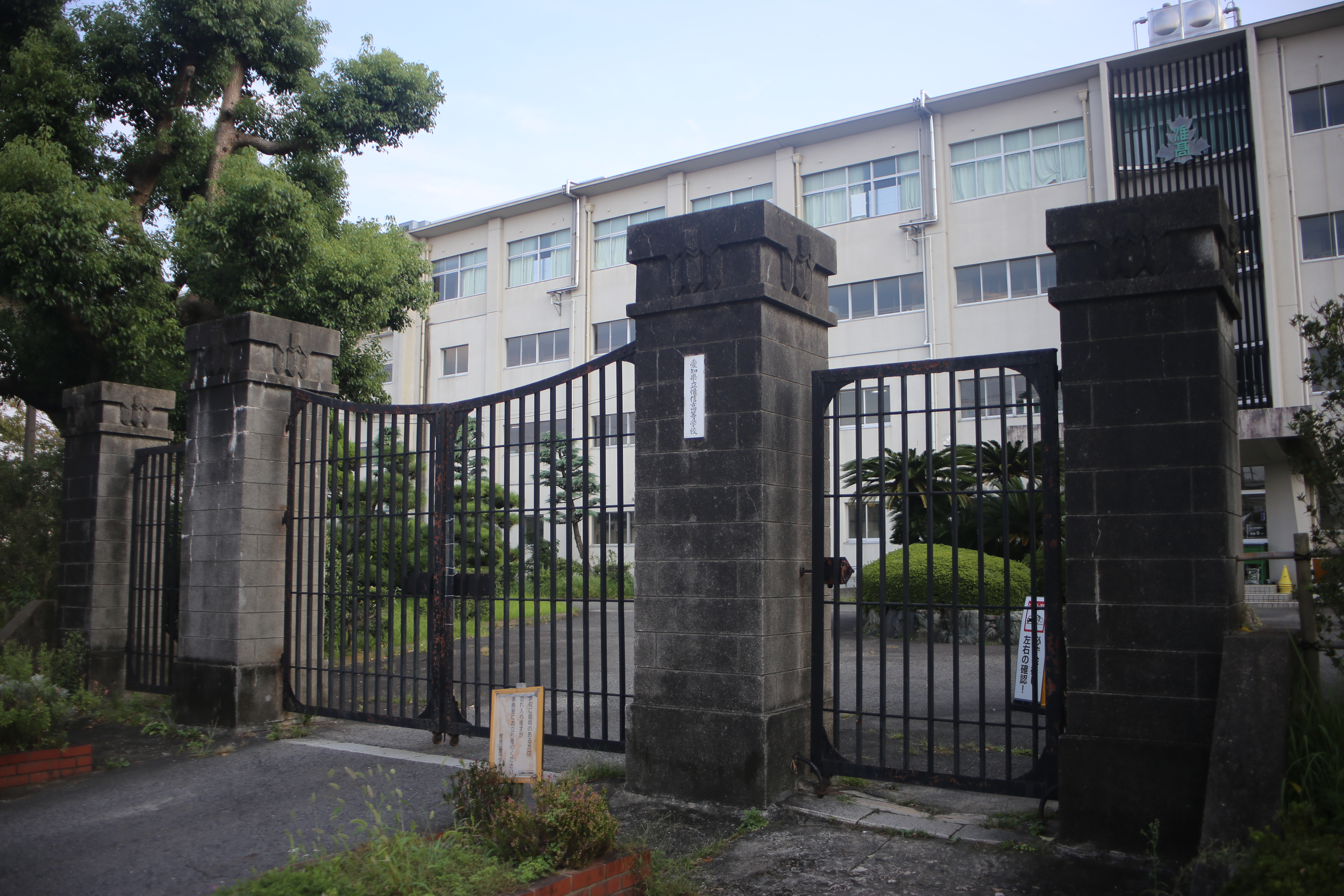
愛知県立惟信高等学校正門門柱 （2021年9月）
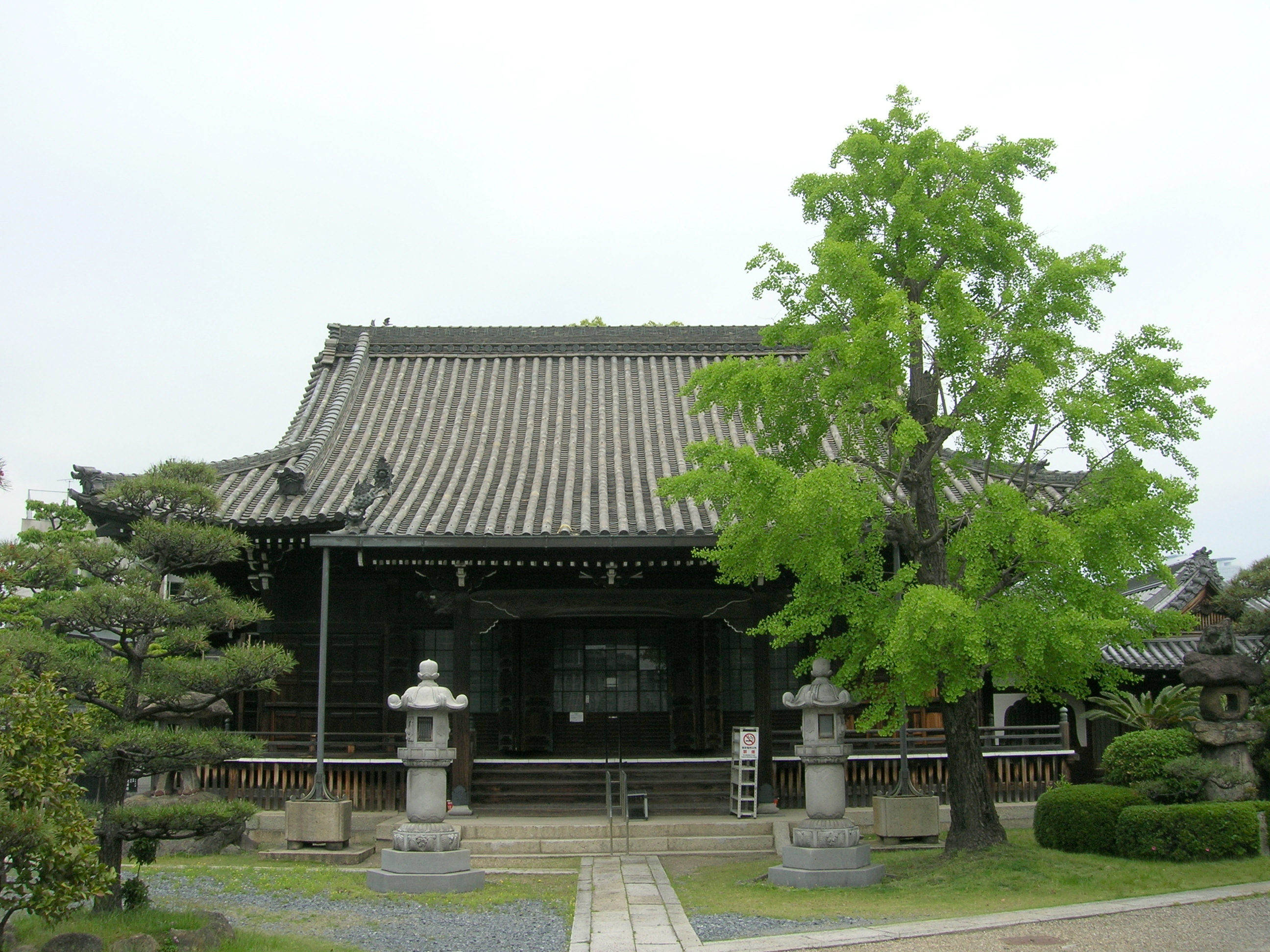
善行寺本堂 （2017年5月）
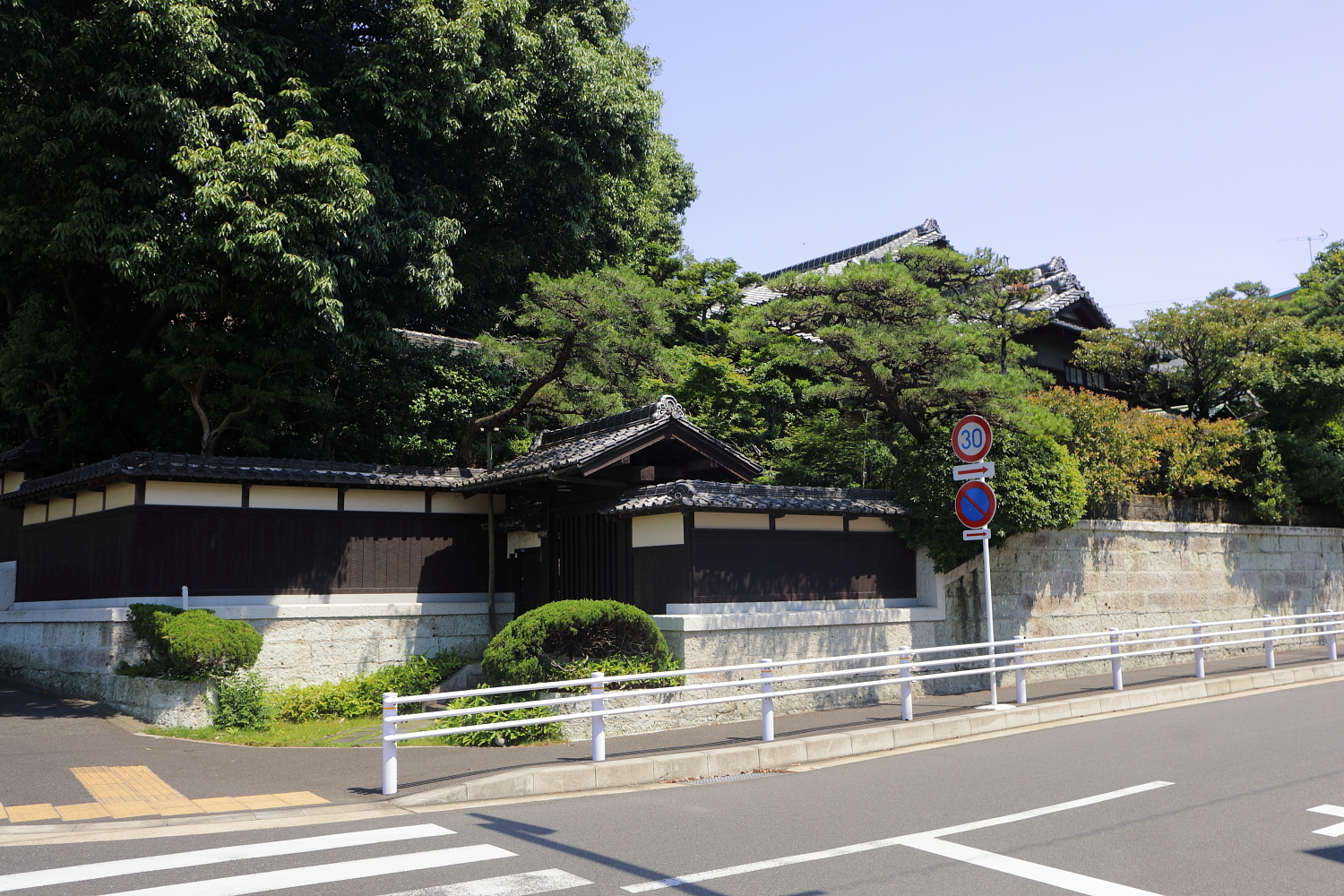
川原田家住宅外観 （2021年6月）
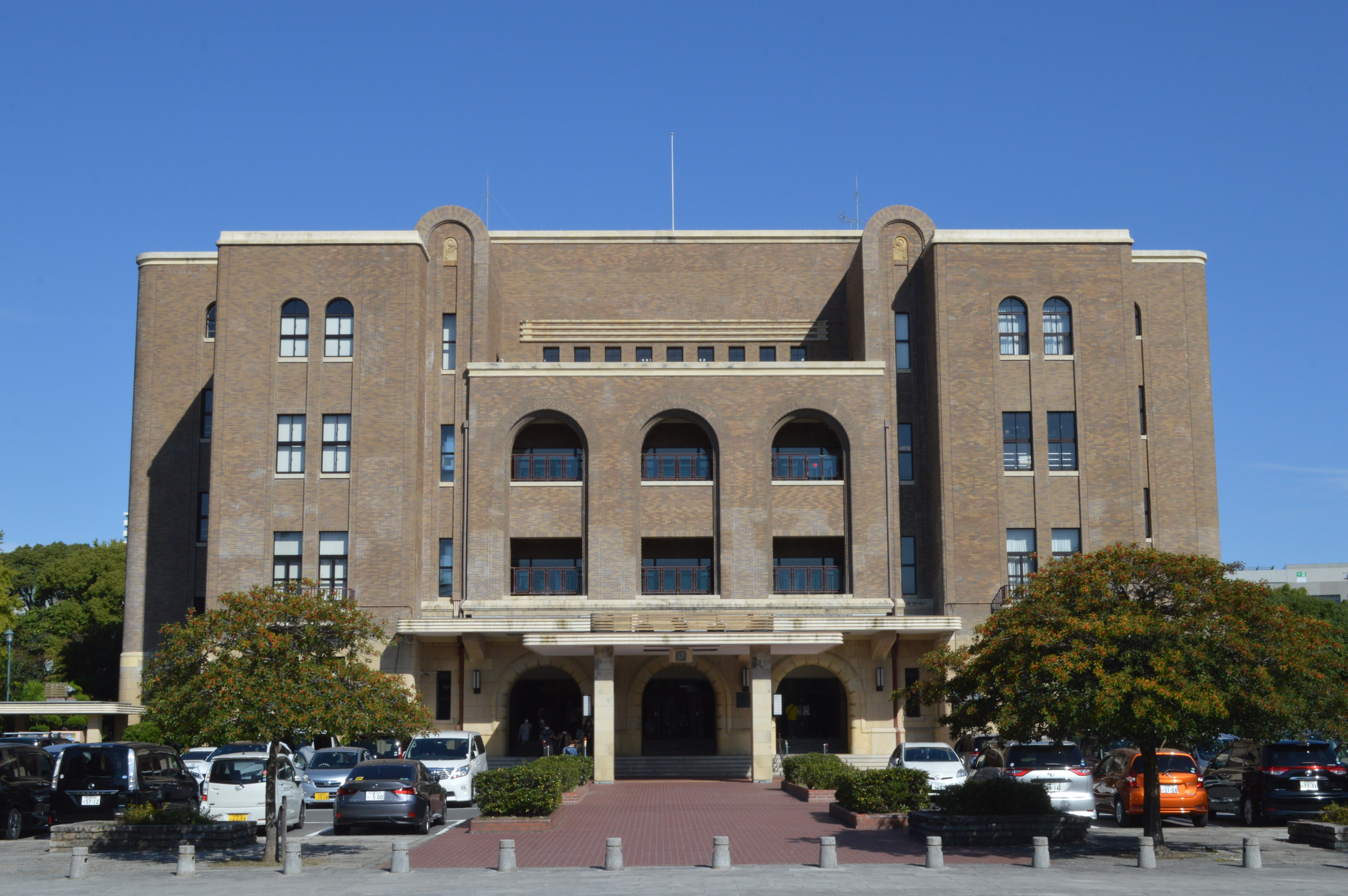
名古屋市公会堂 （2020年10月）

#### 絵画
重要文化財（国指定）
- 絹本著色仏涅槃図　1幅 - 宝生院（中区大須）
- 紙本著色法華経涌出品　1巻 - 熱田神宮（熱田区神宮）
- 絹本著色騎馬武者像（伝足利尊氏像）　1幅 - 名古屋市博物館（寄託）（瑞穂区瑞穂通）
- 名古屋城旧本丸御殿障壁画　331面 - 名古屋城内（中区本丸）
- 名古屋城旧本丸御殿天井板絵　331面 - 名古屋城内（中区本丸）
- 紙本著色山紅於染図、浦上玉堂筆　1幅 - 愛知県美術館（東区東桜）
- 金地著色秋草鶉図、六曲屏風　1双 - 名古屋市博物館（瑞穂区瑞穂通）
- 紙本白描絵因果経（巻第二上断簡）　1巻 - 名古屋市博物館（寄託）（瑞穂区瑞穂通）
- 紙本墨画淡彩富嶽列松図、與謝蕪村筆　1幅 - 愛知県美術館（東区東桜）
- 浦上玉堂筆、・紙本墨画淡彩秋色半分図・紙本墨画淡彩酔雲醒月図・紙本墨画山水図・五言絶句、七十四歳の款記がある　4幅 - 愛知県美術館（東区東桜）
- 紙本墨画淡彩四季山水図、六曲屏風　1双 - 名古屋市博物館（寄託）（瑞穂区瑞穂通）
- 絹本著色千手観音二十八部衆像　1幅 - 名古屋市博物館（寄託）（瑞穂区瑞穂通）
- 藤原興風像（佐竹本三十六歌仙切）　1幅 - 小牧市小牧
- 紙本著色藤原敏行像（佐竹本三十六歌仙切）　1幅 - 個人所有。
- 紙本著色源宗于像（佐竹本三十六歌仙切）　1幅 - 個人所有。

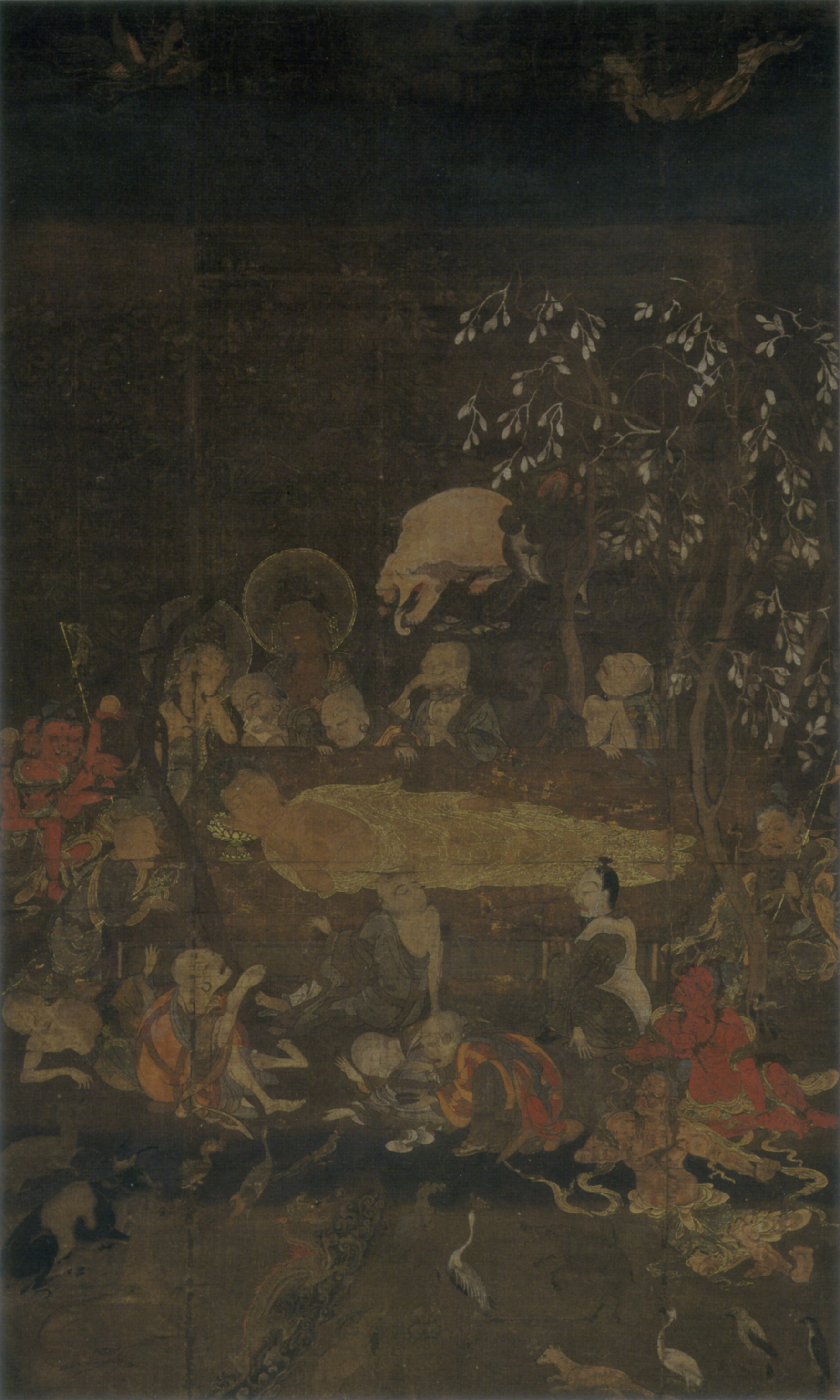
絹本著色『仏涅槃図』 （宝生院）
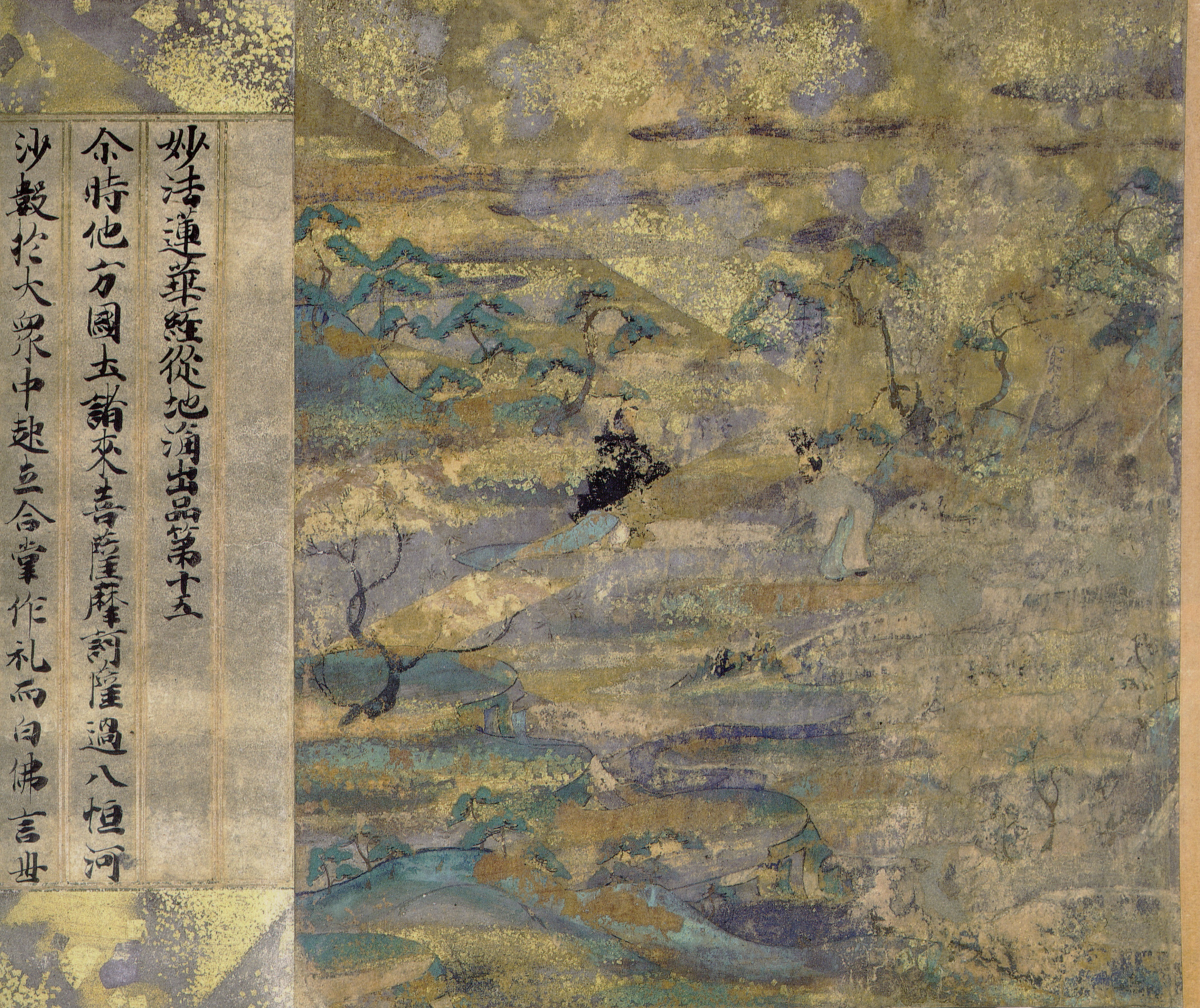
絹本著色『法華経涌出品』 （熱田神宮）
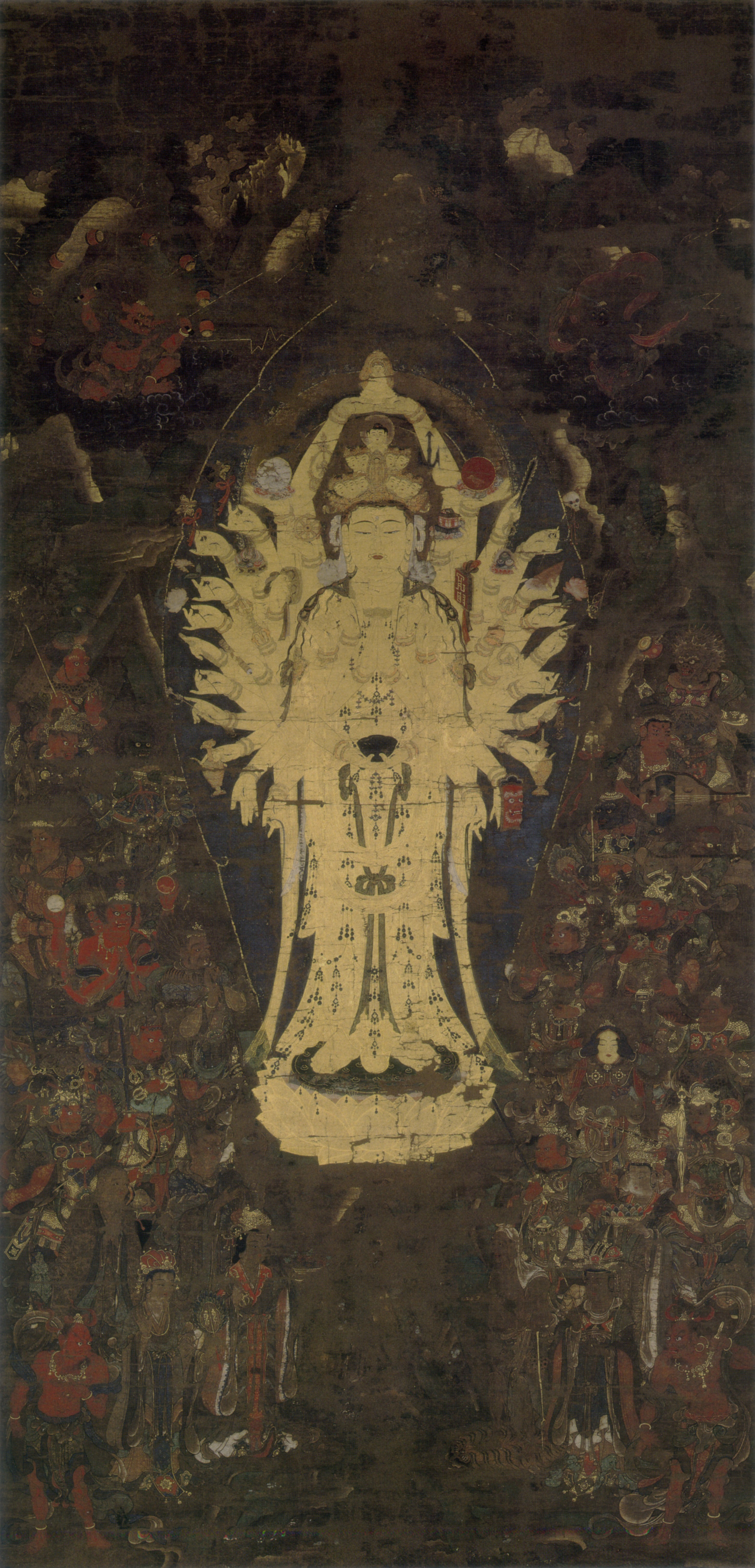
絹本著色『千手観音二十八部衆像』 （名古屋市博物館）

愛知県指定有形文化財
- 茶屋新六交趾渡航図巻　1幅 - 情妙寺（東区筒井町）
- 紙本著色伝織田又六画像（天正三年仁峯賛）　1幅 - 名古屋市博物館（寄託）（瑞穂区瑞穂通）
- 絹本著色加藤清正画像（慶長十六年日遙賛）　1幅 - 妙行寺（中村区中村町）
- 紙本著色一尊四菩薩画像　1幅 - 妙行寺（中村区中村町）
- 紙本墨画豊干禅師図　1幅 - 円福寺（熱田区神宮町）
- 織田信長公画像　1幅 - 総見寺（中区大須）
- 旧清須城障壁画　4幅 - 総見寺（中区大須）
- 伝虎関師練頂相　1幅 - 総見寺（中区大須）
- 長谷川宗宅筆蘇東坡杜少陵騎馬図　1幅 - 総見寺（中区大須）
- 紙本著色熱田神宮古絵図　11枚 - 熱田神宮（熱田区神宮）
- 増上寺本紙本著色法然上人絵伝（模本）　2巻 - 光明寺（中村区道下町）
- 紙本金箔地著色相応寺襖絵　12面 - 名古屋市博物館（瑞穂区瑞穂通）
- 紙本著色四季花鳥図屏風　6曲1双 - 名古屋市博物館（瑞穂区瑞穂通）
- 紙本著色築城図屏風　6曲1隻 - 名古屋市博物館（瑞穂区瑞穂通）
- 楽々園四季真景図巻（作宋紫岡）　1巻 - 名古屋市博物館（瑞穂区瑞穂通）
- 山水図押絵貼屏風　6曲1双 - 名古屋市博物館（瑞穂区瑞穂通）
- 渡辺崋山手録、全楽堂日録、客参録、客退紀聞　3冊 - 個人所有。

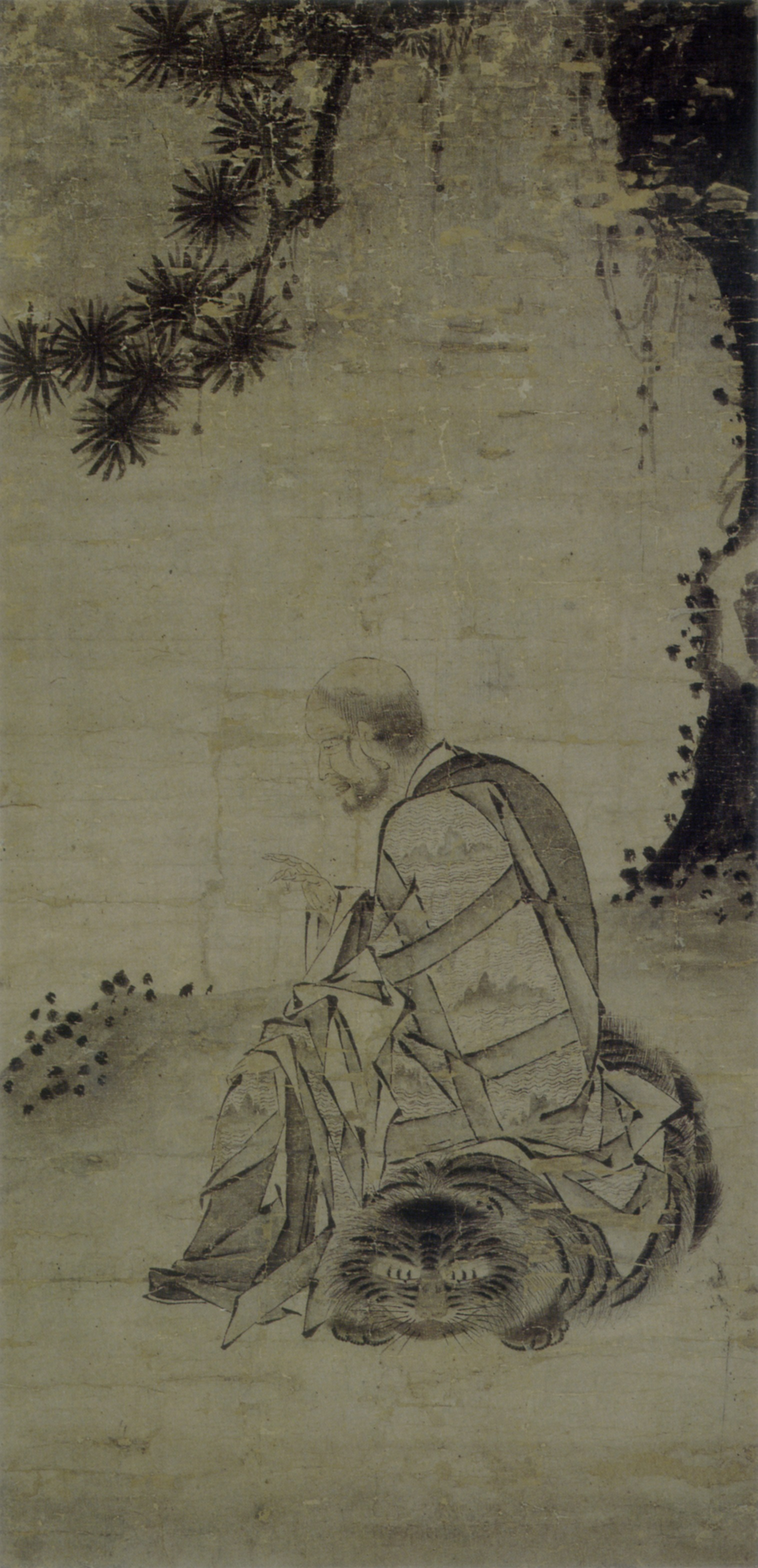
紙本墨画『豊干禅師図』 （円福寺）
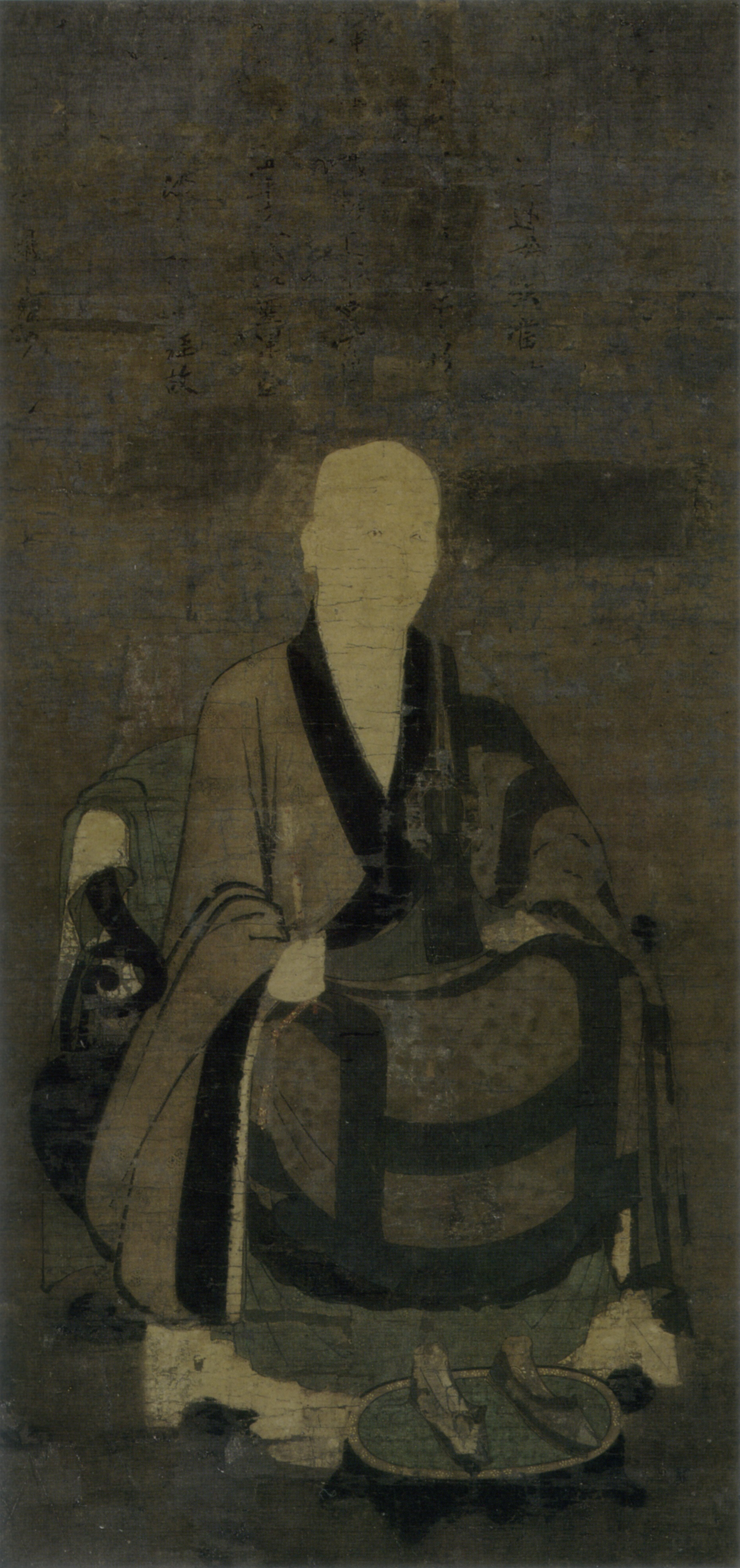
『伝虎関師練頂相』 （総見寺）

名古屋市指定有形文化財
- 紙本墨画徳川宗春戯画賛　1幅 - 名古屋市博物館（瑞穂区瑞穂通）
- 紙本墨画徳川義直画賛顔回像　1幅 - 大林寺（千種区城山町）
- 絹本彩画滝川忠征像　1幅 - 大林寺（千種区城山町）
- 絹本著色松平忠吉像　1幅 - 性高院（千種区幸川町）
  - 附　厨子　1基
- 絹本著色地蔵菩薩像　1幅 - 名古屋市博物館（寄託）（瑞穂区瑞穂通）
- 絹本著色尊勝種子曼荼羅図　1幅 - 護国院（北区楠味鋺）
- 絹本著色仏眼曼荼羅図　1幅 - 護国院（北区楠味鋺）
- 紙本著色渡唐天神像　1幅 - 総見寺（中区大須）
- 梨木禽鳥図屏風　2曲1双 - 興正寺（昭和区八事本町）
- 唐人物図屏風　6曲1双 - 興正寺（昭和区八事本町）
- 伊勢参宮図屏風　6曲1双 - 名古屋市博物館（瑞穂区瑞穂通）
- 紙本淡彩大石王像徳川義直筆　1幅 - 個人所有。

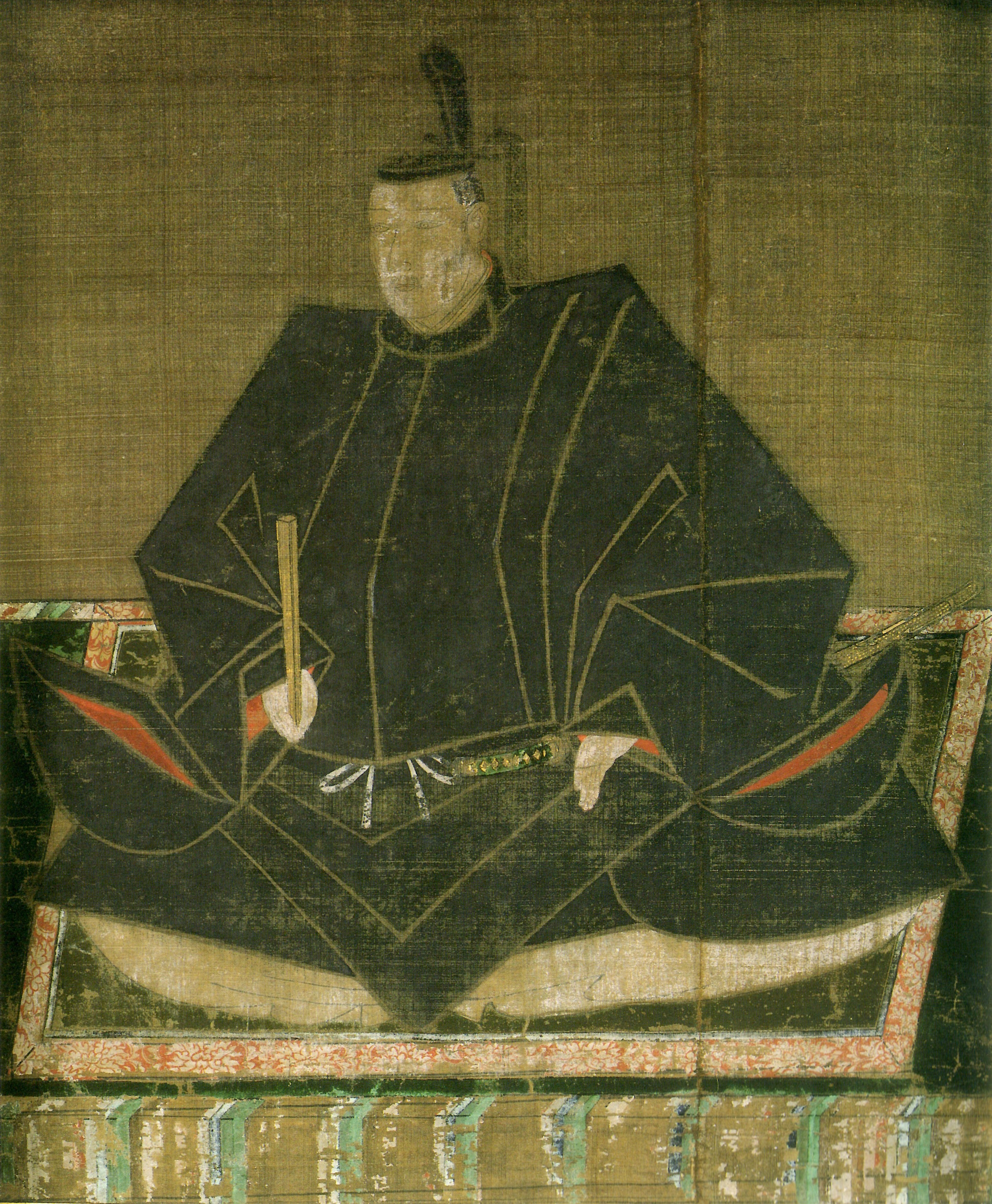
絹本著色『松平忠吉像』 （性高院）
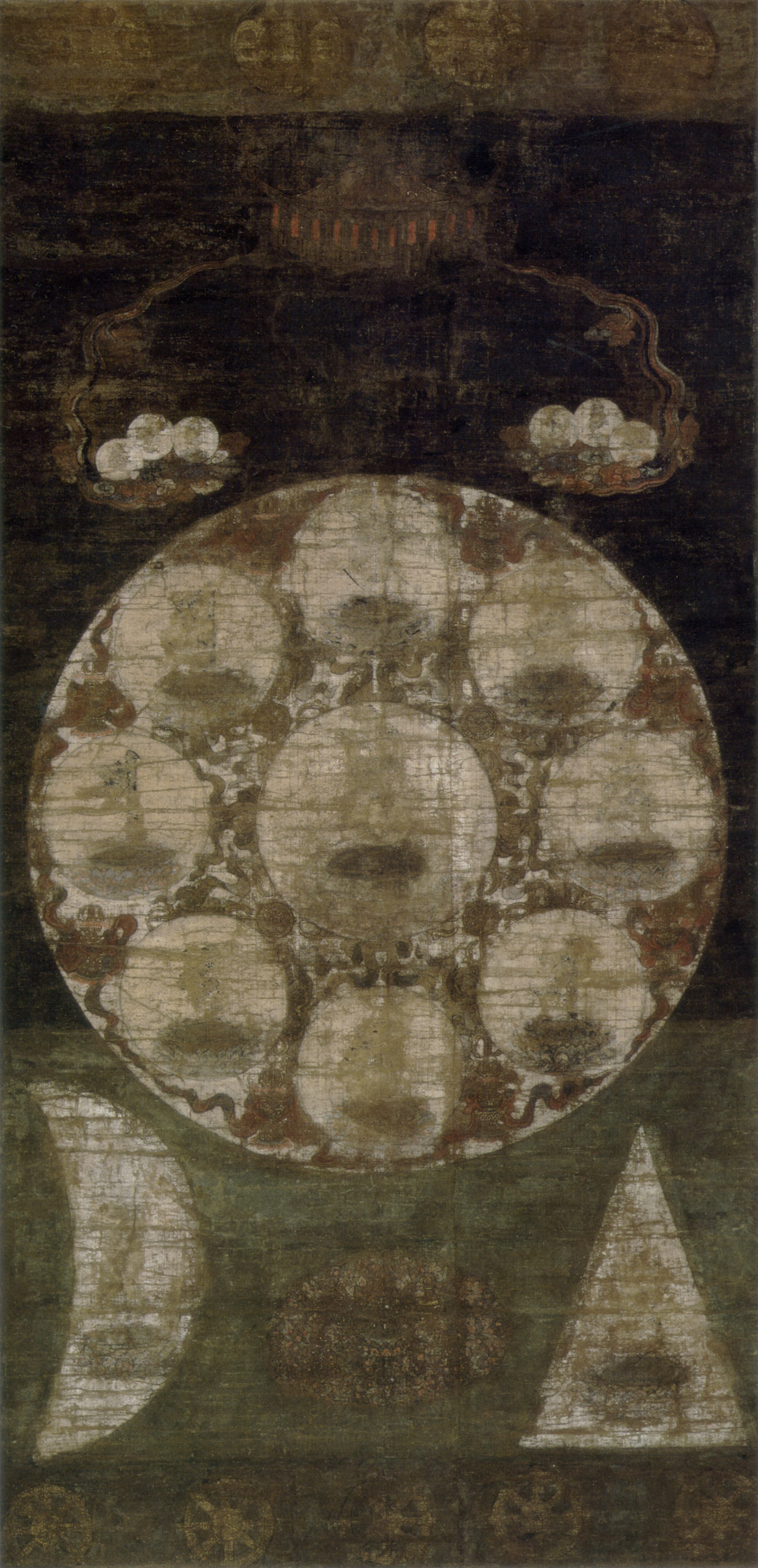
絹本著色『尊勝種子曼荼羅図』 （護国院）
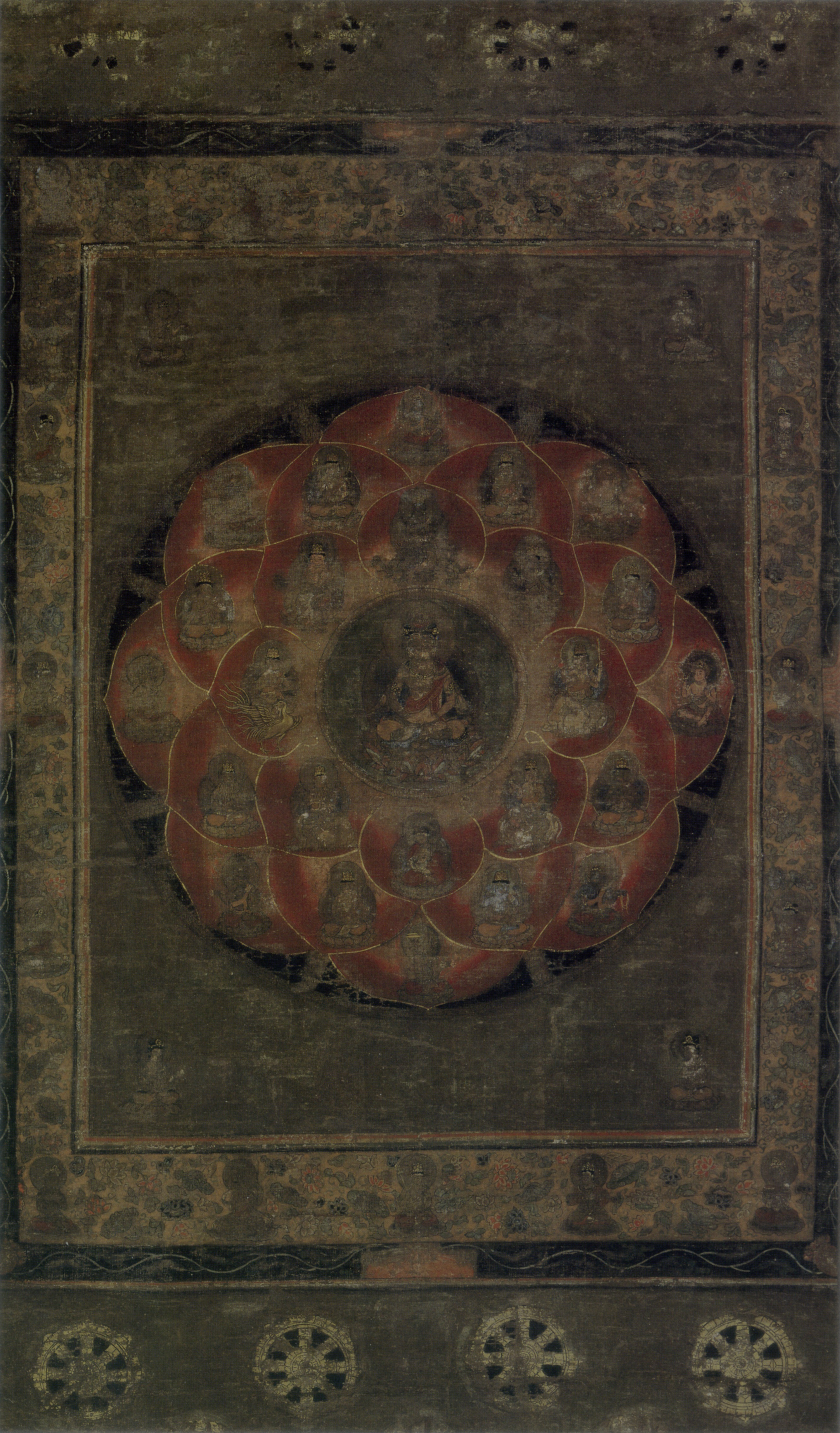
絹本著色『仏眼曼荼羅図』 （護国院）
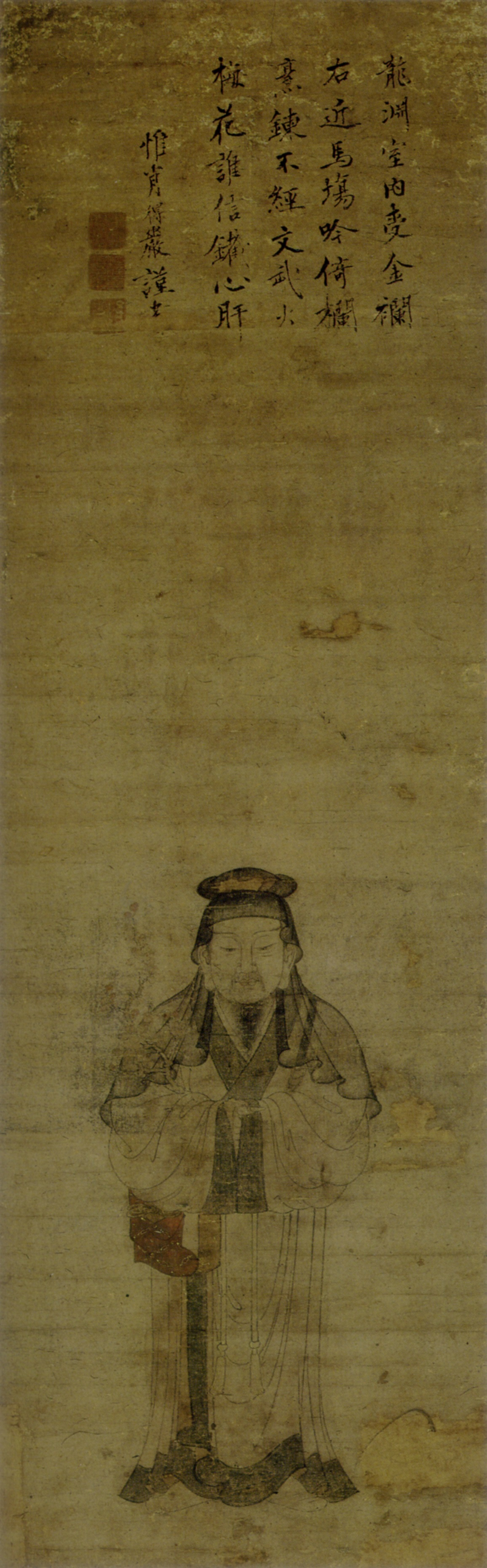
紙本著色『渡唐天神像』 （総見寺）

#### 彫刻
重要文化財（国指定）
- 木造観音菩薩坐像及勢至菩薩坐像　2躯 - 七寺（中区大須）
- 木造舞楽面　12面 - 熱田神宮（熱田区神宮）
- 木造無住和尚坐像（開山堂安置）　1躯 - 長母寺（東区矢田）
- 木造地蔵菩薩立像　1躯 - 龍泉寺（守山区竜泉寺）
- 木造阿弥陀如来立像　1躯 - 宝勝院（熱田区神戸町）

愛知県指定有形文化財
- 木造聖徳太子立像　1躯 - 聖徳寺（熱田区大瀬子町）
- 木造十一面観音菩薩立像　1躯 - 笠覆寺（南区笠寺町）
- 鋳鉄地蔵菩薩立像　2躯 - 観聴寺（熱田区金山）
- 鋳鉄地蔵菩薩立像　1躯 - 青大悲寺（熱田区旗屋）
- 神事面（老爺）　1面 - 熱田神宮（熱田区神宮）
- 神事面（壮年男）　1面 - 熱田神宮（熱田区神宮）
- 神事面（若人）　1面 - 熱田神宮（熱田区神宮）
- 神事面（若人）　1面 - 熱田神宮（熱田区神宮）
- 木造阿弥陀如来坐像　1躯 - 栄国寺（中区橘）

名古屋市指定有形文化財
- 木造十一面観世音菩薩立像　1躯 - 成願寺（北区成願寺）
- 木造如来仏頭　1個 - 龍潭寺（中川区野田）
- 木造観音菩薩立像　1躯 - 興正寺（昭和区八事本町）
- 銅造大日如来坐像（総本尊）　1躯 - 興正寺（昭和区八事本町）
- 銅造大日如来坐像　1躯 - 興正寺（昭和区八事本町）
- 木造薬師如来坐像　1躯 - 新福寺（西区名塚町）
- 木造馬頭観音および熱田大明神・天照皇太神立像　3躯 - 龍泉寺（守山区竜泉寺）
  - 附　千体仏　535点

#### 工芸
国宝
- 短刀　銘来国俊　1口 - 熱田神宮（熱田区神宮）
- 短刀　銘　來國光　1口 - 東建コーポレーション（中区丸の内）

重要文化財（国指定）
- 金銅兵庫鎖太刀　1口 - 熱田神宮（熱田区神宮）
- 菊蒔絵手筥　1合 - 熱田神宮（熱田区神宮）
- 太刀　銘　則国　1口 - 熱田神宮（熱田区神宮）
- 太刀　銘　宗吉作　1口 - 熱田神宮（熱田区神宮）
- 太刀　銘　備州長船兼光　1口 - 熱田神宮（熱田区神宮）
- 脇指　銘　長谷部国信　1口 - 熱田神宮（熱田区神宮）
- 太刀　銘　宗吉作　1口 - 熱田神宮（熱田区神宮）
- 太刀　銘　国友　1口 - 熱田神宮（熱田区神宮）
- 太刀　銘　長光　1口 - 熱田神宮（熱田区神宮）
- 太刀　銘　備州長船重光　1口 - 熱田神宮（熱田区神宮）
- 剣　銘　吉光　1口 - 熱田神宮（熱田区神宮）
- 短刀　銘　長谷部国信　藤原友吉　1口 - 熱田神宮（熱田区神宮）
- 短刀　銘　国光　1口 - 熱田神宮（熱田区神宮）
- 太刀　銘　了戒　1口 - 熱田神宮（熱田区神宮）
- 太刀　無銘　1口 - 熱田神宮（熱田区神宮）
- 太刀　銘　真行　1口 - 熱田神宮（熱田区神宮）
- 脇差　銘　（葵紋）奉納　1口 - 熱田神宮（熱田区神宮）
- 剣　銘　包利	1口 - 熱田神宮（熱田区神宮）
- 剣　銘　為清　1口 - 熱田神宮（熱田区神宮）
- 太刀　銘　元弘三年六月一日　実阿作　1口 - 熱田神宮（熱田区神宮）
- 古神宝類 - 熱田神宮（熱田区神宮）
- 鏡及鏡箱 - 熱田神宮（熱田区神宮）
- 太刀　銘 行平作　1口 - 名古屋市博物館（瑞穂区瑞穂通）
- 太刀　銘 雲生　1口 - 名古屋市博物館（瑞穂区瑞穂通）
- 太刀　銘 国泰　1口 - 名古屋市博物館（瑞穂区瑞穂通）
- 古瀬戸黄釉魚波文瓶　1口 - 名古屋市博物館（瑞穂区瑞穂通）
- 金銅装唐鞍　1具 - 熱田神宮（熱田区神宮）
- 黒楽茶碗（時雨）　光悦作　1口 - 名古屋市博物館（瑞穂区瑞穂通）
- 染分綸子地御所車花鳥文様繍箔小袖　1領 - Jフロントリテイリング史料館（中区栄）
- 刀　無銘　貞宗　1口 - 東建コーポレーション（中区丸の内）
- 刀　無銘（吉岡一文字）　1口 - 東建コーポレーション（中区丸の内）
- 刀　無銘　伝国俊　1口 - 東建コーポレーション（中区丸の内）
- 太刀　銘　備州長船住成家　1口 - 東建コーポレーション（中区丸の内）
- 短刀　銘　備州長船住長義　1口 - 東建コーポレーション（中区丸の内）
- 短刀　銘　来国光　1口 - 東建コーポレーション（中区丸の内）
- 太刀　銘　来国光　1口 - 東建コーポレーション（中区丸の内）
- 太刀　銘　備州長船住景光　1口 - 東建コーポレーション（中区丸の内）
- 太刀　銘　国行　1口 - 東建コーポレーション（中区丸の内）
- 短刀　銘　光包　1口 - 東建コーポレーション（中区丸の内）
- 能装束　4領 - Jフロントリテイリング史料館（中区栄）
- 短刀、銘了戒　1口 - 個人所有。
- 太刀、銘順慶　1口 - 個人所有。
- 刀、銘備前国長船与三左衛門尉祐定為栗山与九郎作之　1口 - 個人所有。
- 太刀、銘備前国友成　1口 - 個人所有。
- 太刀、銘備州長船景光　1口 - 個人所有。
- 太刀、銘近房　1口 - 個人所有。
- 薙刀、銘是介、附鉄はばき　1口 - 個人所有。
- 刀、銘長曽禰興里入道乕徹　1口 - 個人所有。
- 太刀、包次　1口 - 個人所有。

愛知県指定有形文化財
- 太刀　友重（越前国）　1口 - 熱田神宮（熱田区神宮）
- 太刀　直胤（武蔵国）　1口 - 熱田神宮（熱田区神宮）
- 太刀　守利（備中国）　1口 - 熱田神宮（熱田区神宮）
- 太刀　行平（豊後国）　1口 - 熱田神宮（熱田区神宮）
- 瑞花双鳳文八稜鏡　1面 - 熱田神宮（熱田区神宮）
- 鳥獣花文鏡　1面 - 熱田神宮（熱田区神宮）
- 瑞花双鸞文八稜鏡　1面	 - 熱田神宮（熱田区神宮）
- 瑞花唐草双鳥文五花鏡　1面 - 熱田神宮（熱田区神宮）
- 双竜雲文鏡　1面 - 熱田神宮（熱田区神宮）
- 尺八	1管 - 熱田神宮（熱田区神宮）
- 大鈴　（天文元年在銘）　1口 - 熱田神宮（熱田区神宮）
- 脇差　長門守藤原氏雲　1口 - 熱田神宮（熱田区神宮）
- 太刀　銘　兼武　1口 - 熱田神宮（熱田区神宮）
- 春敲門額　1面 - 熱田神宮（熱田区神宮）
- 古箙　1個 - 熱田神宮（熱田区神宮）
- 鐃鈸 （建武五年在銘）　1揃 - 熱田神宮（熱田区神宮）
- 短刀　銘　長谷部国信　1口 - 熱田神宮（熱田区神宮）
- 短刀　銘　村正　1口 - 熱田神宮（熱田区神宮）
- 太刀　銘　兼房　1口 - 熱田神宮（熱田区神宮）
- 倶利迦羅剣　1口 - 熱田神宮（熱田区神宮）
- 明治天皇御奉幣大判　2枚 - 熱田神宮（熱田区神宮）
- 鋳鉄釣灯籠　1基 - 熱田神宮（熱田区神宮）
- 金銅釘隠　1個 - 熱田神宮（熱田区神宮）
- 荷太鼓　1具 - 熱田神宮（熱田区神宮）
- 鼉太鼓　1具 - 熱田神宮（熱田区神宮）
- 青貝梨子地刳抜文鞍　1背 - 熱田神宮（熱田区神宮）
- 御飯台　5基 - 熱田神宮（熱田区神宮）
  - 附　粥柄杓　1柄　御飯器　1口
- 脇差　無銘　1口 - 熱田神宮（熱田区神宮）
- 脇差　銘　表吉光　裏亀王丸　1口 - 熱田神宮（熱田区神宮）
- 懸仏　1面 - 長栄寺（中区橘）
- 梵鐘　1個 - 笠覆寺（南区笠寺町）
- 銅造十一面観世音並びに六稜式厨子及び古甕　2個 - 笠覆寺（南区笠寺町）
  - 附　高力種信筆、出現縁起　2張
- 南蛮渡り金入り織物紙入　1個 - 総見寺（中区大須）
  - 附　立涌亀甲文刺繍切一切
- 古喚鐘　1口 - 総見寺（中区大須）
- 堆烏・長方形の蓋　1個 - 総見寺（中区大須）
- 打刀拵（水野太郎左衛門拝領）　1口 - 総見寺（中区大須）
- 灰釉魚波文四耳壺　1口 - 名古屋市博物館（瑞穂区瑞穂通）
- 陶製瀬戸鉄釉狛犬　1対 - 名古屋市博物館（寄託）（瑞穂区瑞穂通）
- 三尊来迎繍仏　1幅 - 名古屋市博物館（瑞穂区瑞穂通）
- 黒漆厨子　千体観音図貼付　1基 - 愛知県美術館（東区東桜）

名古屋市指定有形文化財
- 和鏡　	2面 - 洲崎神社（中区栄）
  - 附　黒漆塗鏡筥　1合
- 擬宝珠（旧裁断橋所用）　4基 - 名古屋市博物館（瑞穂区瑞穂通）
- 瀬戸、鉄釉狛犬　1個 - 名古屋市博物館（寄託）（瑞穂区瑞穂通）
- 梵鐘　1口 - 名古屋市博物館（寄託）（瑞穂区瑞穂通）
- 刺繍涅槃図　1幅 - 願王寺（西区中小田井）
- 刺繍涅槃図　1幅 - 光明院（中村区名駅）
- 刺繍涅槃図　1幅 - 栄国寺（中区橘）
- 真宗大谷派名古屋別院梵鐘　1口 - 真宗大谷派名古屋別院（中区橘）
- 黒漆葵紋瓜蒔絵懸盤・椀 - 徳川美術館（寄託）（東区徳川町）

#### 書跡
国宝
- 漢書食貨志第四　1巻 - 名古屋市博物館（寄託）（瑞穂区瑞穂通）
- 琱玉集巻第十二、第十四　2巻 - 東京国立博物館（寄託）（東京都台東区上野公園）
- 古事記、賢瑜筆　3帖 - 名古屋市博物館（寄託）（瑞穂区瑞穂通）
- 翰林学士詩集　1巻 - 宝生院（中区大須）

重要文化財（国指定）
- 七寺一切経・黒漆一切経唐櫃（中蓋、内箱共）　3398巻・1556帖・30合 - 七寺（中区大須）・名古屋市博物館（寄託）（瑞穂区瑞穂通）
- 日本霊異記、巻中下　2巻 - 宝生院（中区大須）
- 口遊　1冊 - 宝生院（中区大須）
- 本朝文粋 - 宝生院（中区大須）
  - 本朝文粋　2巻
  - 本朝文粋　1冊
- 倭名類聚抄（抄本）　1冊 - 宝生院（中区大須）
- 空也誄　1巻 - 宝生院（中区大須）
- 熊野三山関連資料 - 宝生院（中区大須）
  - 熊野三所権現御記文　1巻
  - 熊野権現蔵王殿造功日記　2巻
  - 熊野三所権現金峯金剛蔵王降下御事　1巻
  - 熊野王子眷属　1巻
- 往生伝 - 宝生院（中区大須）
  - 続本朝往生伝　1帖
  - 拾遺往生伝　3帖
  - 後拾遺往生伝　3帖
  - 三外往生記　1帖
  - 本朝新修往生伝　1帖
  - 往生浄土伝　3帖
  - 法花経伝　3帖
- 弘法大師伝記類 - 宝生院（中区大須）
  - 弘法大師伝　2巻
  - 弘法大師伝　1冊
  - 弘法大師伝記　1巻
  - 弘法大師行化記　1巻
  - 高野大師伝　1帖
  - 弘法大師御入定勘決記　2帖
  - 弘法大師御入定勘決抄　1冊
  - 高野口決　1巻
- 将門記残巻　1巻 - 宝生院（中区大須）
- 尾張国解文残巻　1巻 - 宝生院（中区大須）
- 七大寺年表　2巻 - 宝生院（中区大須）
- 宋刊本玉編　1冊 - 宝生院（中区大須）
- 宋刊本新雕雙金　1冊 - 宝生院（中区大須）
- 宋刊本僧史略　1冊 - 宝生院（中区大須）
- 宋刊本広韻、上声　1冊 - 宝生院（中区大須）
- 宋刊本礼部韻略（去声闕）　3冊 - 宝生院（中区大須）
- 宋刊本紹聖新添周易神殺暦等残巻　1巻 - 宝生院（中区大須）
- 紙本墨書扶桑略記　2帖 - 宝生院（中区大須）
- 紙本墨書古事記上巻抄　1巻 - 宝生院（中区大須）
- 後花園天皇宸翰御消息　1幅 - 熱田神宮（熱田区神宮）
- 日本書紀（紙背和歌懐紙）　15巻 - 熱田神宮（熱田区神宮）
- 色紙墨書妙法蓮華経、巻五　1巻 - 笠覆寺（南区笠寺町）
- 紙本墨書源家長筆熊野懐紙（山河水鳥旅宿埋火）　1幅 - 昭和美術館（昭和区汐見町）
- 紙本墨書宇多院歌合　1巻 - 昭和美術館（昭和区汐見町）
- 紙本墨書永久四年四月四日院北面和歌合　1巻 - 昭和美術館（昭和区汐見町）
- 彩牋墨書三宝絵残巻（八十六枚）　1帖 - 名古屋市博物館（瑞穂区瑞穂通）
- 続日本紀（金沢文庫本）　30巻 - 蓬左文庫（東区徳川町）
- 侍中群要（金沢文庫本）　10巻 - 蓬左文庫（東区徳川町）
- 斉民要術（金沢文庫本）　22巻 - 蓬左文庫（東区徳川町）
- 源氏物語（河内本）　23冊 - 蓬左文庫（東区徳川町）
- 論語集解　10冊 - 蓬左文庫（東区徳川町）
- 宋版太平聖恵方（金沢文庫本）　24冊 - 蓬左文庫（東区徳川町）
- 朝鮮版高麗史節要（銅活字本）　35冊 - 蓬左文庫（東区徳川町）
- 無住道暁筆文書　3幅 - 名古屋市博物館（寄託）（瑞穂区瑞穂通）
- 万葉集（紀州本）　20帖 - 昭和美術館（昭和区汐見町）
- 古今和歌集残巻（筋切本）　1帖 - 個人所有。
- 古今和歌集残巻（関戸本）　1帖 - 個人所有。
- 藤原信綱筆懐紙（くれなゐの）　1幅 - 個人所有。
- 明極楚俊墨蹟　1幅 - 個人所有。
- 大鏡　6巻 - 個人所有。
- しょう隠悟逸墨蹟、与友山士思語　1幅 - 個人所有。
- 寸松庵色紙（しらゆきの）　1幅 - 個人所有。

愛知県指定有形文化財
- 笠覆寺文書　9巻1帖 - 笠覆寺（南区笠寺町）
- 永享四年連歌懐紙　1綴 - 円福寺（熱田区神戸町）
- 尾張円福寺文書　1巻34通 - 円福寺（熱田区神戸町）
- 景川和尚墨跡　1幅 - 総見寺（中区大須）
- 熱田神宮踏歌祭頌文　2巻 - 熱田神宮（熱田区神宮）
- 熱田神宮修造勧進状　2巻1幅 - 熱田神宮（熱田区神宮）
- 紺紙金字般若心経　1巻 - 熱田神宮（熱田区神宮）
- 極細字法華経　2巻 - 熱田神宮（熱田区神宮）
- 「熱田太神宮」神号　1幅 - 熱田神宮（熱田区神宮）
- 法華経安楽行品　1巻 - 熱田神宮（熱田区神宮）
- 阿弥陀経　1巻 - 熱田神宮（熱田区神宮）
- 般若心経　1巻 - 熱田神宮（熱田区神宮）
- 三位法印常関（三好吉房）書状　1幅 - 熱田神宮（熱田区神宮）
- 法楽歌仙連歌懐紙　1帖 - 熱田神宮（熱田区神宮）
- 寛永十三・四年熱田万句　312帖 - 熱田神宮（熱田区神宮）
- 熱田神宮馬場家文書　8巻 - 熱田神宮（熱田区神宮）
- 「因明三十三過記」紙背文書　24通 - 名古屋市博物館（寄託）（瑞穂区瑞穂通）
- 石山切　1幅 - 個人所有。

#### 考古資料
重要文化財（国指定）
- 愛知県朝日遺跡出土品　2028点 - 埋蔵文化財調査センター（弥富市前々須町）
- 袈裟欅文銅鐸、福井県坂井郡大石村大字井向出土　1口 - 個人所有。

愛知県指定有形文化財
- 鉄地金銅張馬具　1具 - 熱田神宮（熱田区神宮）
- 弥生式壺形土器　1個 - 名古屋市博物館（瑞穂区瑞穂通）
- 横矧板鋲留短甲　1領 - 名古屋市博物館（瑞穂区瑞穂通）
- 三角縁神獣鏡及び六神鏡 - 名古屋市博物館（瑞穂区瑞穂通）
- 西浦の条痕文土器 - 名古屋市博物館（瑞穂区瑞穂通）
- 弥生時代壺棺　1個 - 個人所有。

名古屋市指定有形文化財
- 大須二子山古墳出土品　29件 - 南山学園（昭和区山里町）
- 大須二子山古墳出土品　6件 - 名古屋市博物館（瑞穂区瑞穂通）
- 桜田貝塚出土魚形土器　1点 - 個人所有。

#### 歴史資料
重要文化財（国指定）
- 交代寄合西高木家関係資料 - 名古屋大学附属図書館（千種区不老町）
  - 文書、記録類　32647点
  - 典籍類　109点
- ホジ6014号蒸気動車　大正2年　汽車製造製　1両 - リニア・鉄道館（港区金城ふ頭）

愛知県指定有形文化財
- 尾張国絵図　2鋪 - 愛知県図書館（中区三の丸）
- 三河国絵図　4鋪 - 愛知県図書館（中区三の丸）
- 尾張藩領産物帳　4部20冊、紙数1512丁 - 名古屋市博物館（瑞穂区瑞穂通）
- 水野家文書　3巻 - 個人所有。

名古屋市指定有形文化財
- 横井也有関係資料　90件（128点） - 名古屋市博物館（瑞穂区瑞穂通）
- 伊藤圭介関係資料　1690点 - 名古屋市東山植物園（千種区田代町）
- 兼松家資料　40件（40点） - 名古屋市秀吉清正記念館（中村区中村町）
- 近江木下家資料　37件（39点） - 名古屋市秀吉清正記念館（中村区中村町）

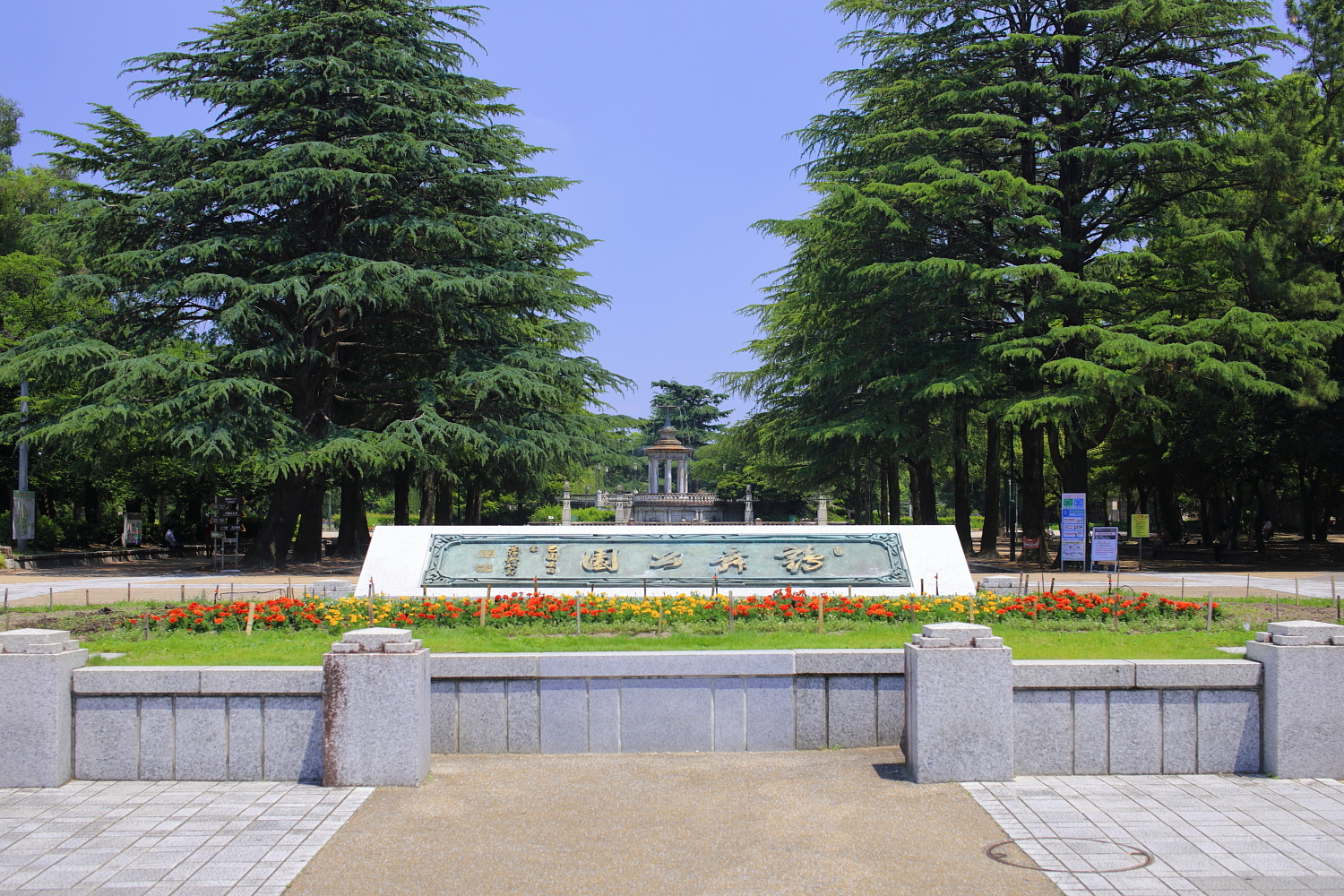
鶴舞公園正面入口 （2021年6月）
名古屋城跡 （2008年7月）

#### 記念物
国登録記念物
- 鶴舞公園　1件 - 昭和区鶴舞

##### 史跡
国の特別史跡
- 名古屋城跡 - 名古屋城内（中区本丸）

国の史跡
- 八幡山古墳 - 昭和区山脇町
- 大高城跡、附丸根砦跡、鷲津砦跡 - 緑区大高町
- 大曲輪貝塚 - 瑞穂区山下通
- 志段味古墳群　7基
  - 白鳥塚古墳 - 守山区大字上志段
  - 尾張戸神社古墳 - 守山区大字上志段
  - 中社古墳 - 守山区大字上志段
  - 南社古墳 - 守山区大字上志段
  - 志段味大塚古墳（大塚1号墳） - 守山区大字上志段
  - 勝手塚古墳 - 守山区大字上志段
  - 東谷山白鳥古墳（白鳥1号墳） - 守山区大字上志段
- 断夫山古墳 - 熱田区旗屋

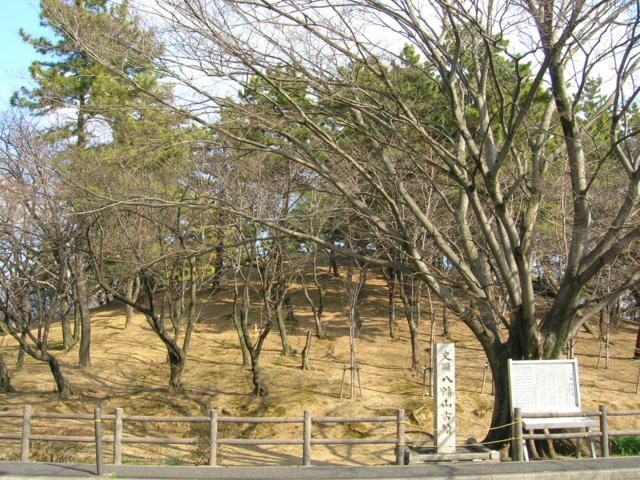
八幡山古墳 （2007年2月）
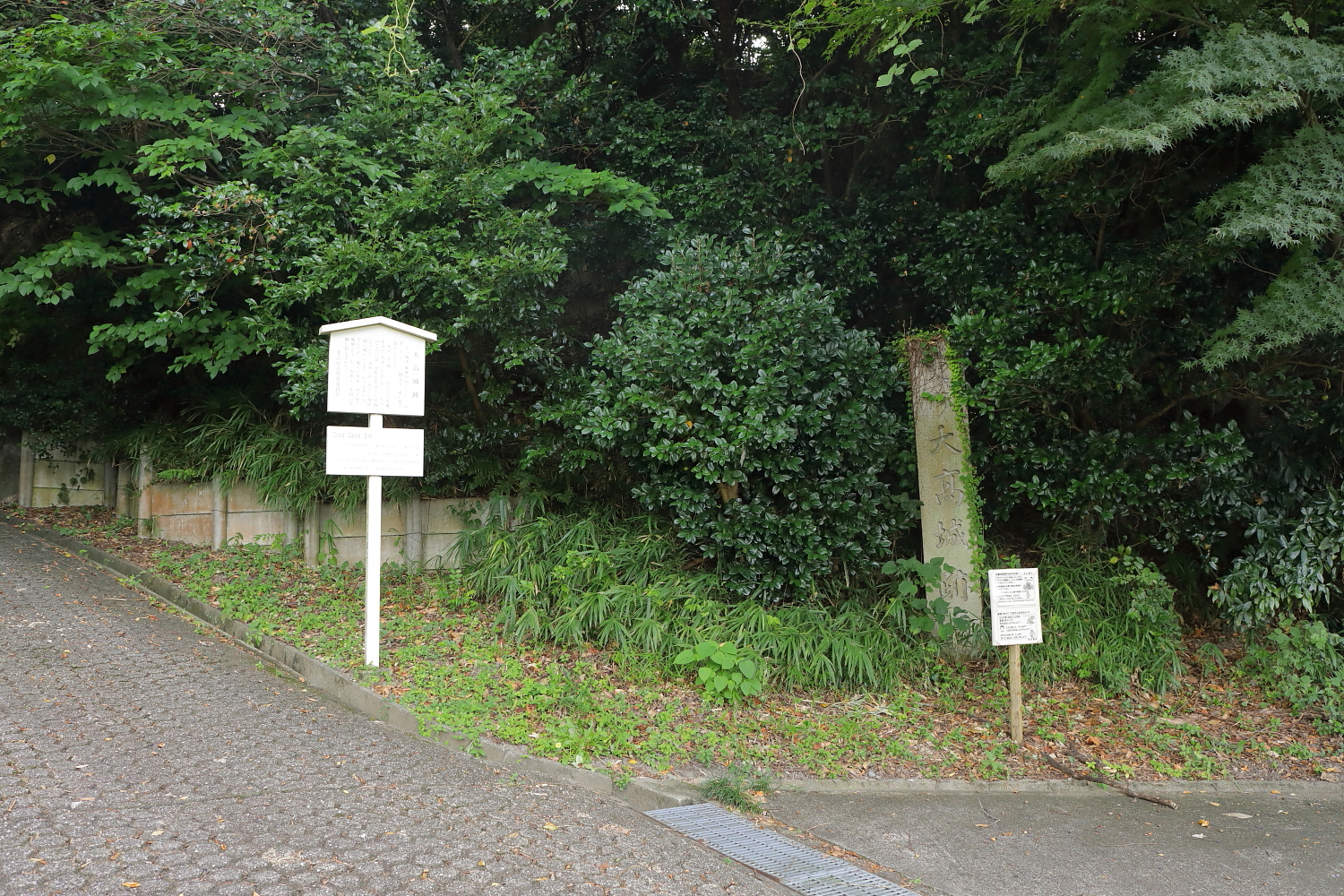
大高城跡 （2020年9月）
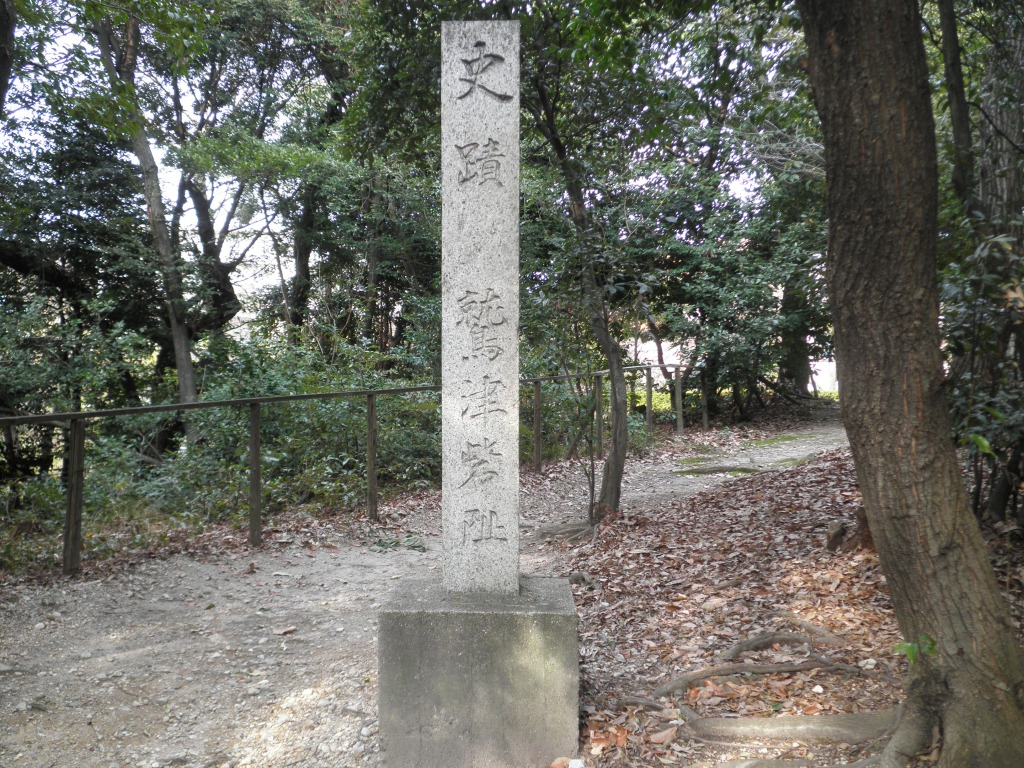
鷲津砦跡 （2011年9月）
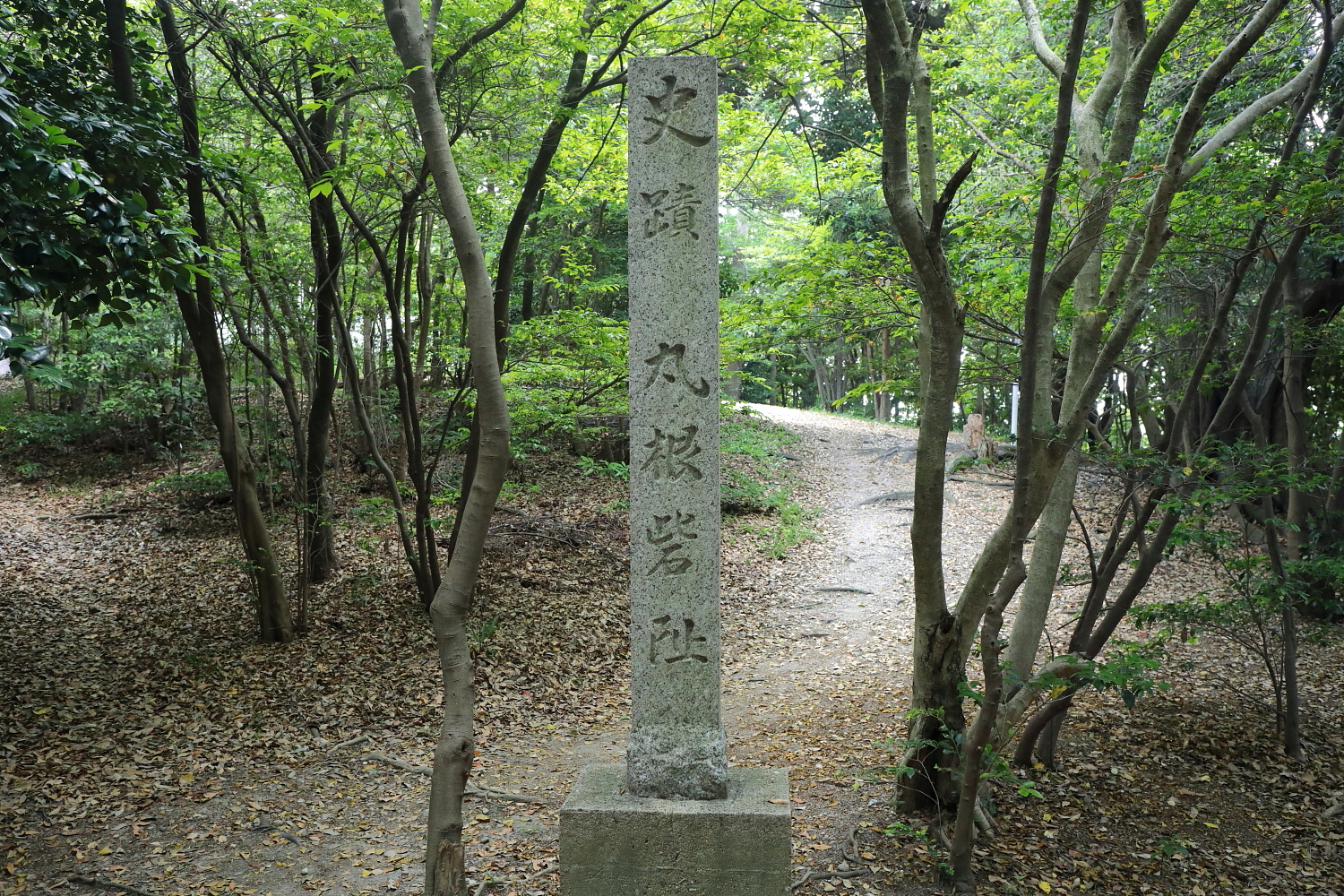
丸根砦跡 （2020年6月）
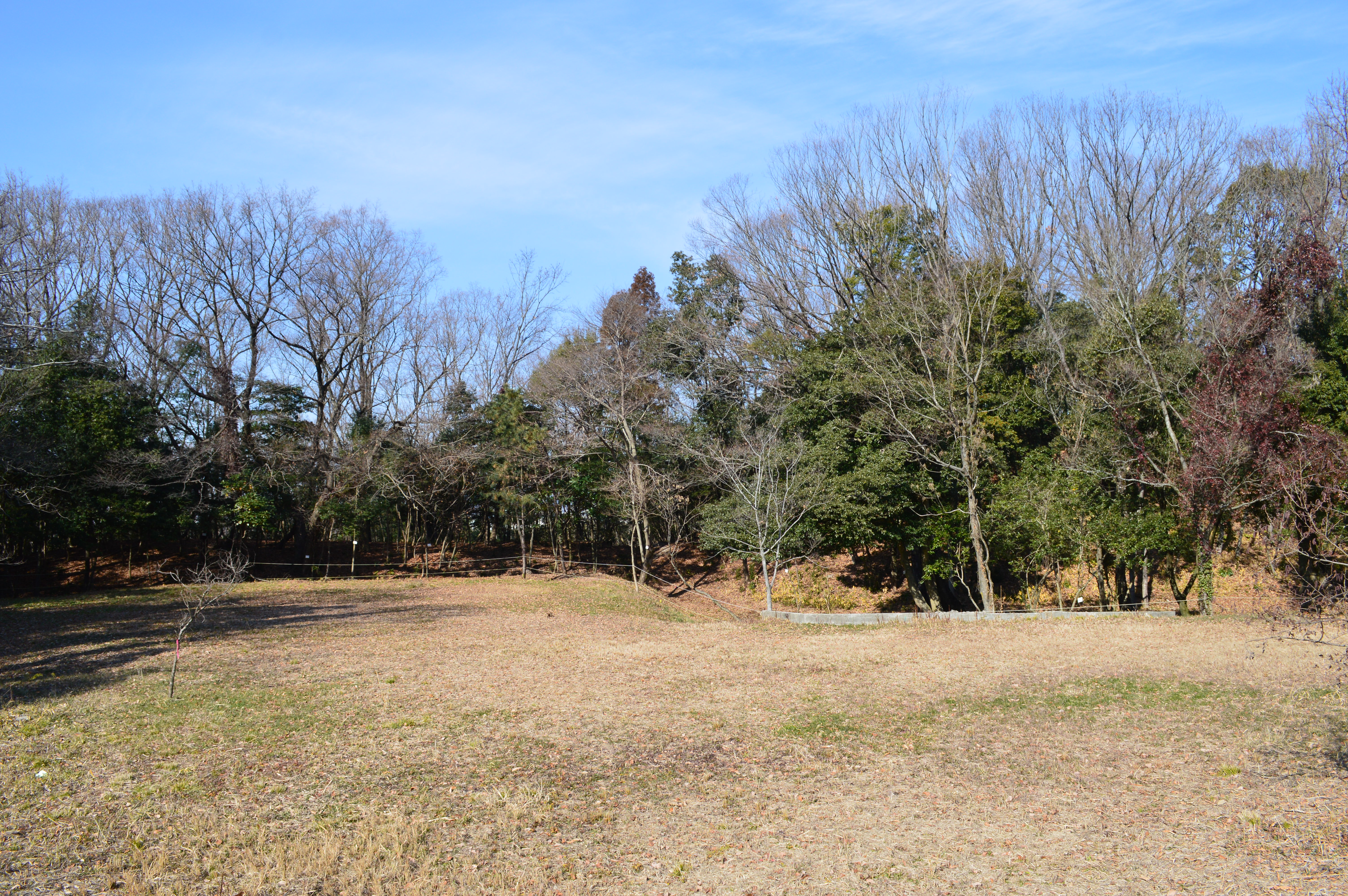
白鳥塚古墳 （2014年1月）
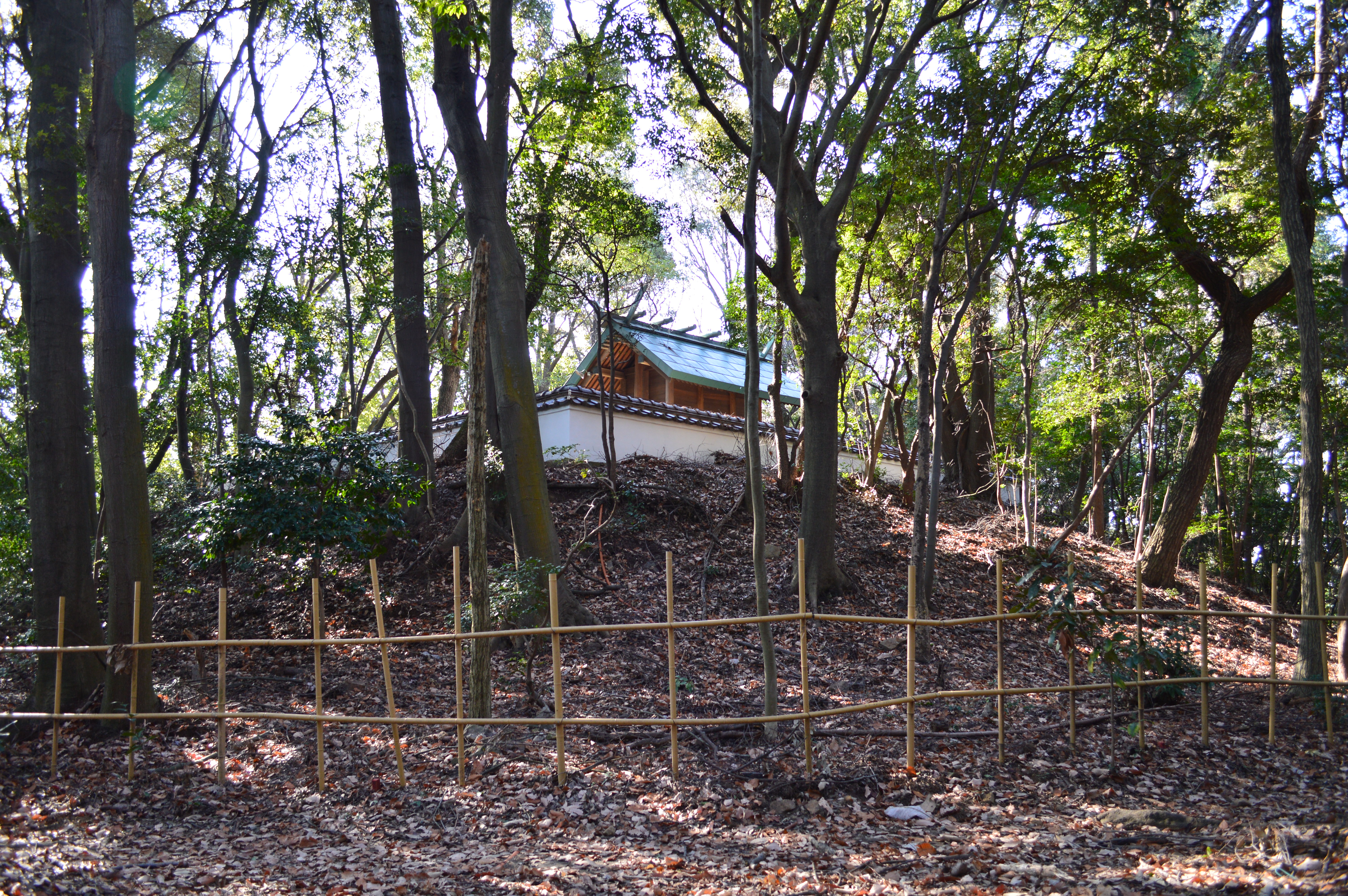
尾張戸神社古墳 （2014年1月）
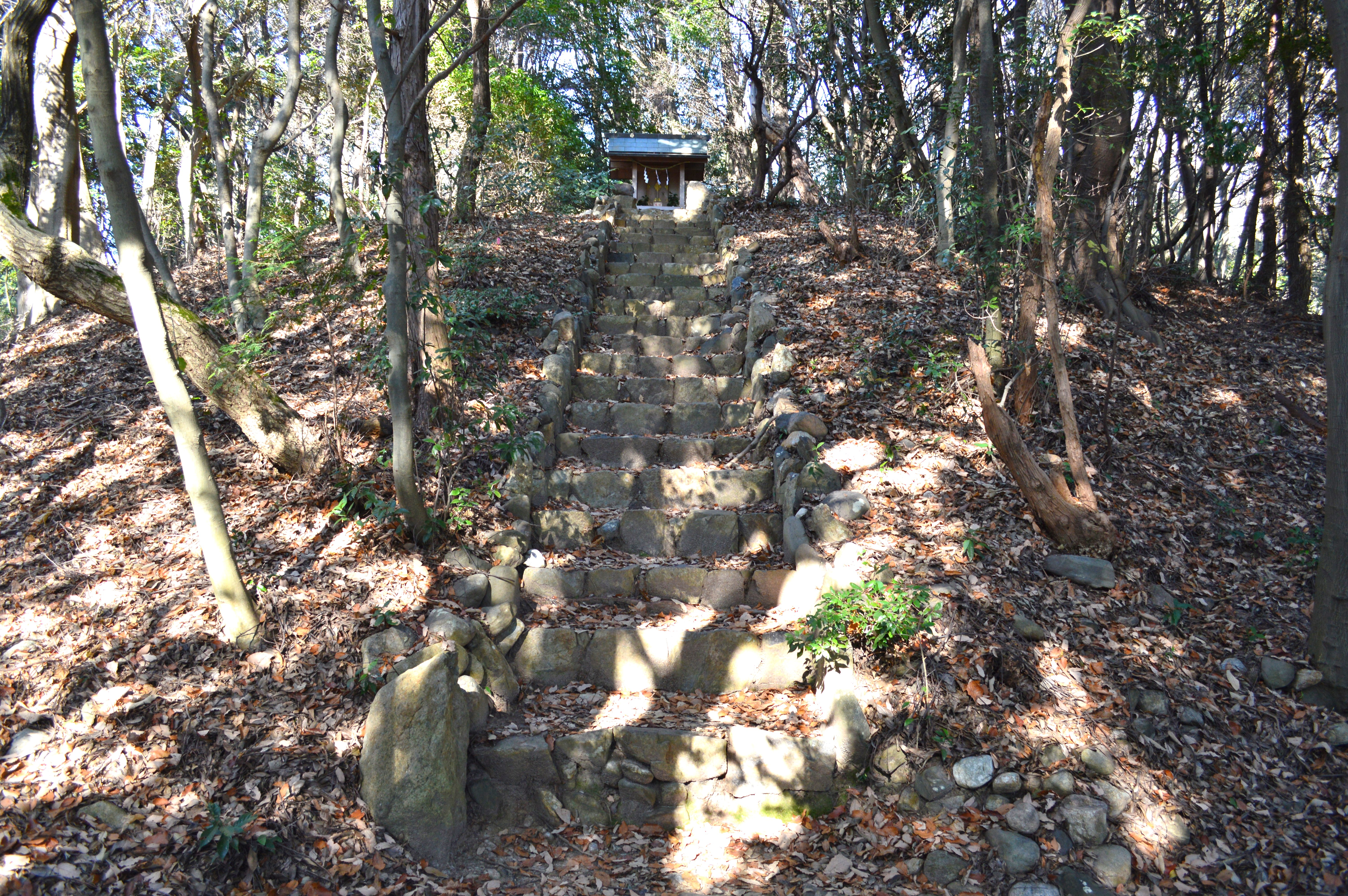
中社古墳 （2014年1月）
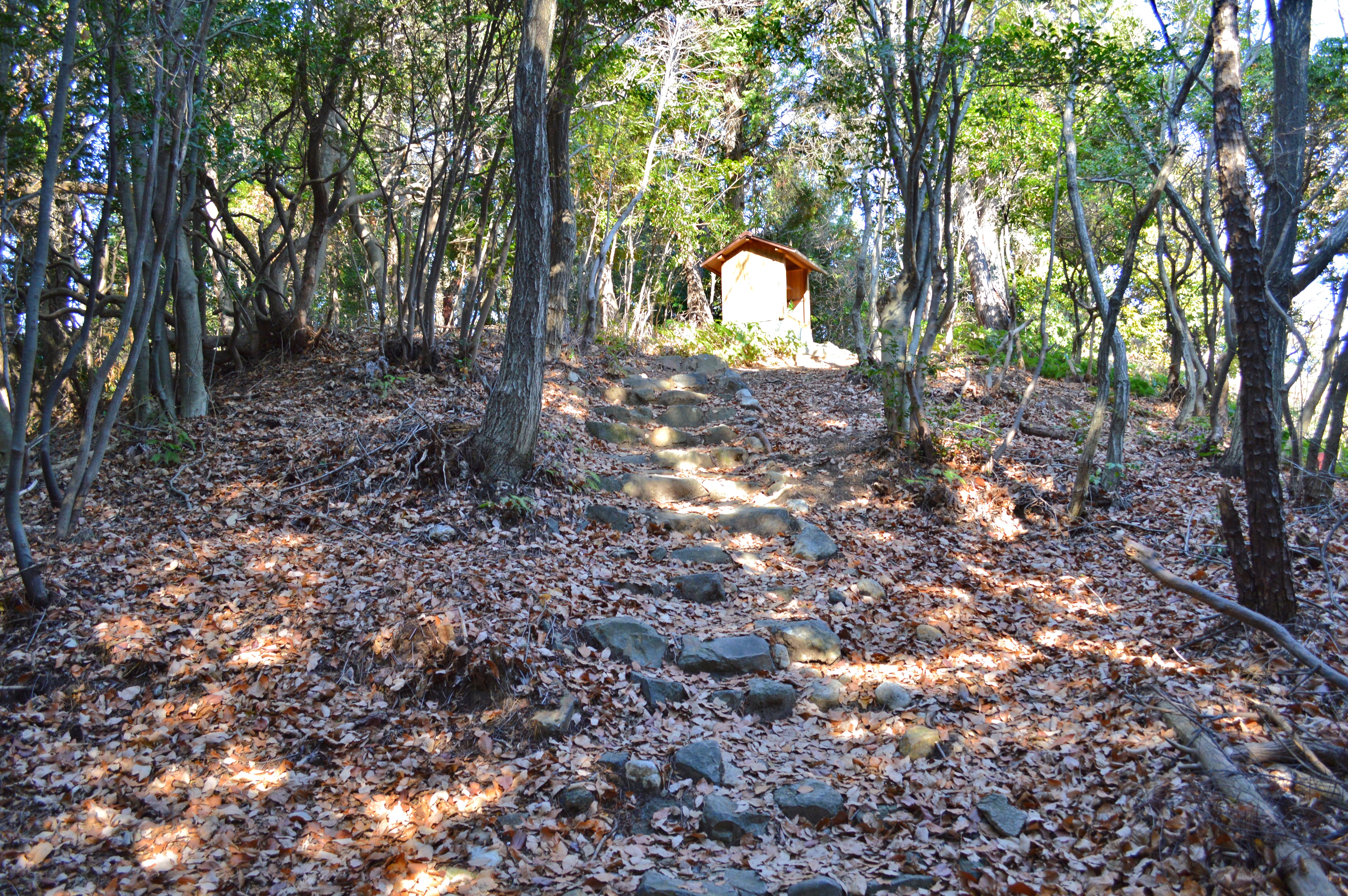
南社古墳 （2014年1月）
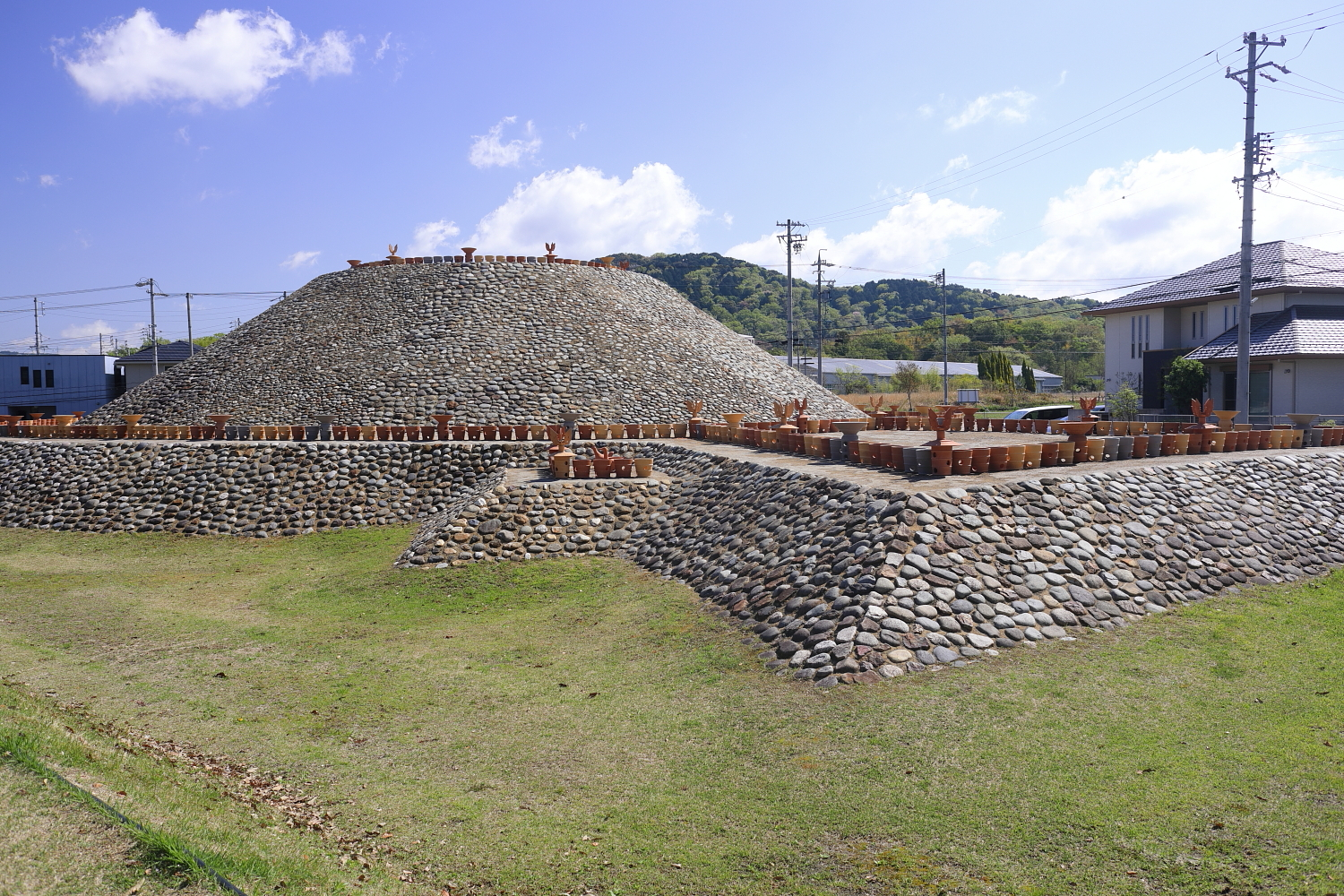
志段味大塚古墳 （2021年4月）
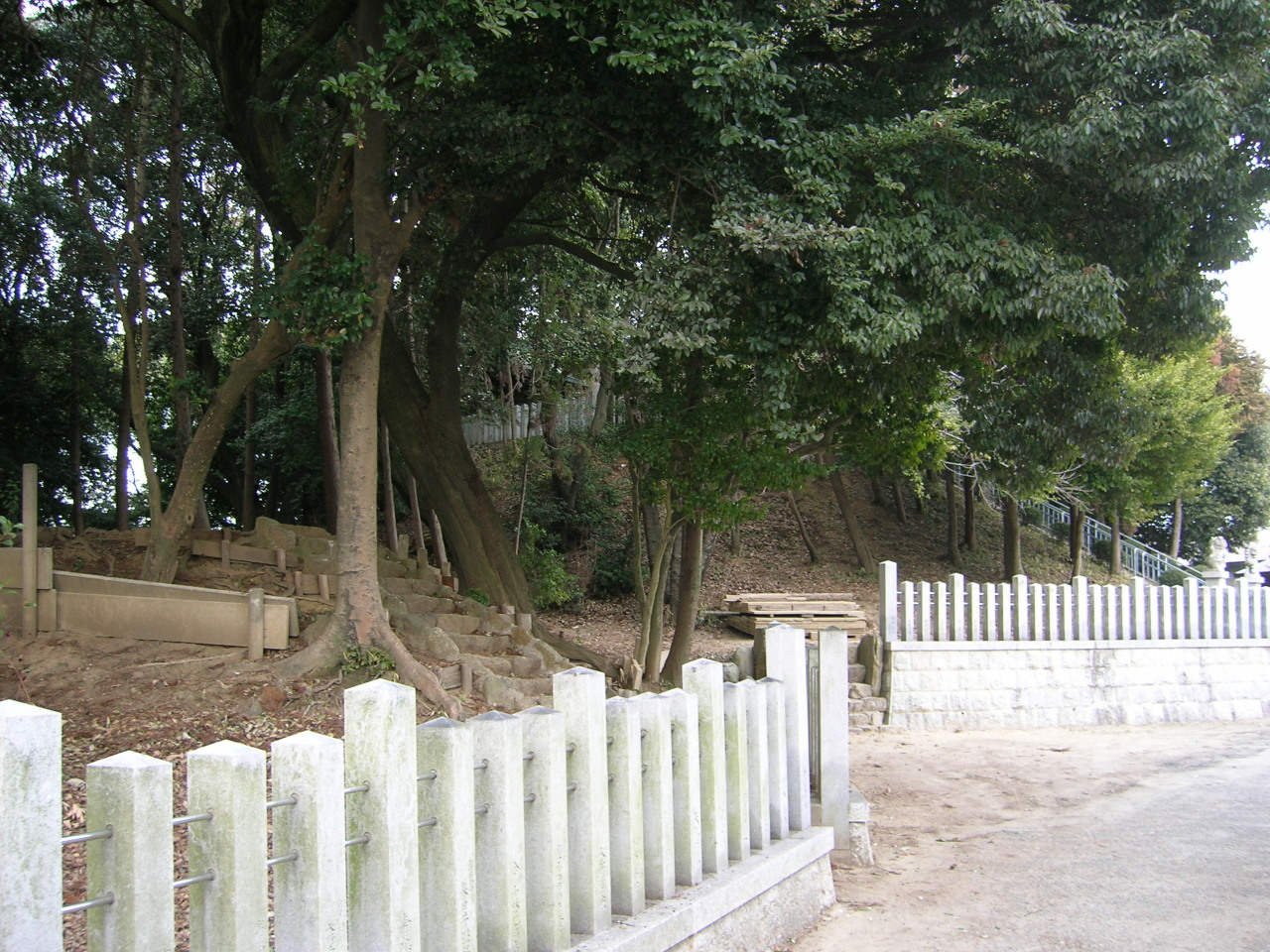
勝手塚古墳 （2008年3月）
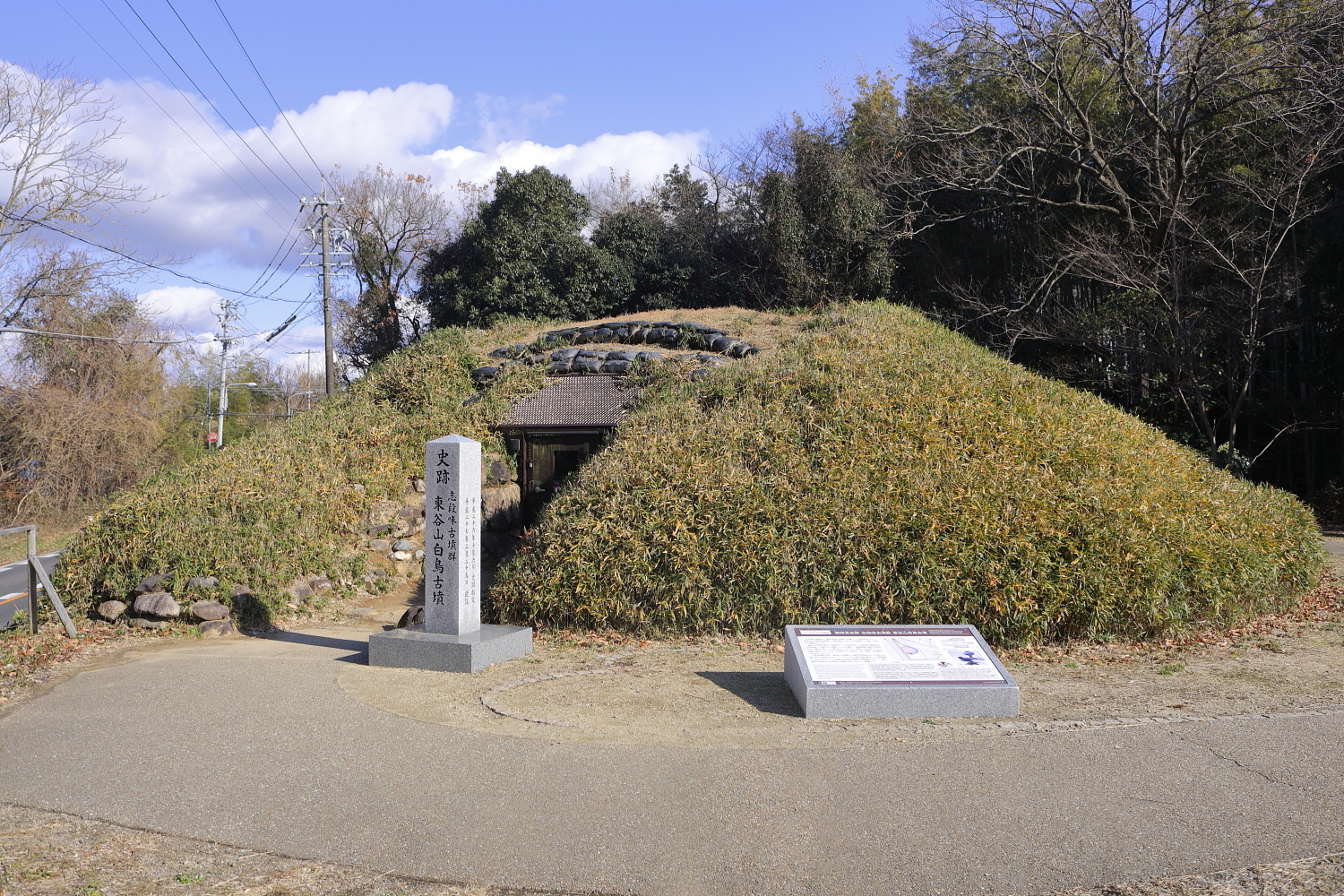
東谷山白鳥古墳 （2021年1月）
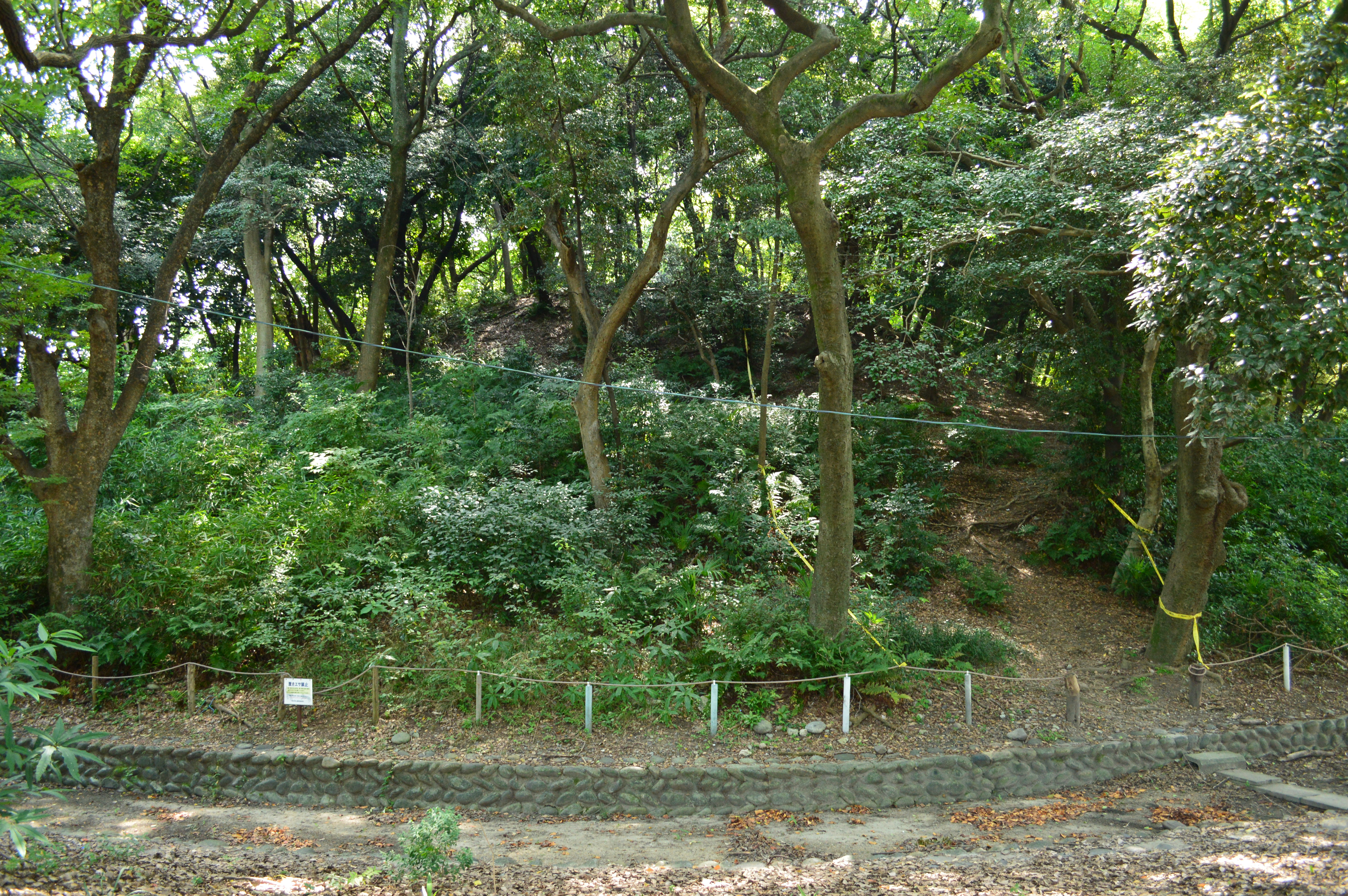
断夫山古墳 （2015年9月）

名古屋市指定史跡
- 千鳥塚 - 千句公園内（緑区鳴海町）
- 刈跡塚（翁塚） - 法蔵寺（西区新道）
- 芭蕉最古の供養塔 - 誓願寺（緑区鳴海町）
- 守山瓢箪山古墳　1基 - 守山区西島町
- 深沢第3号墳　1基 - 個人所有。
- 桜神明社古墳　1基 - 神明社（南区呼続）。

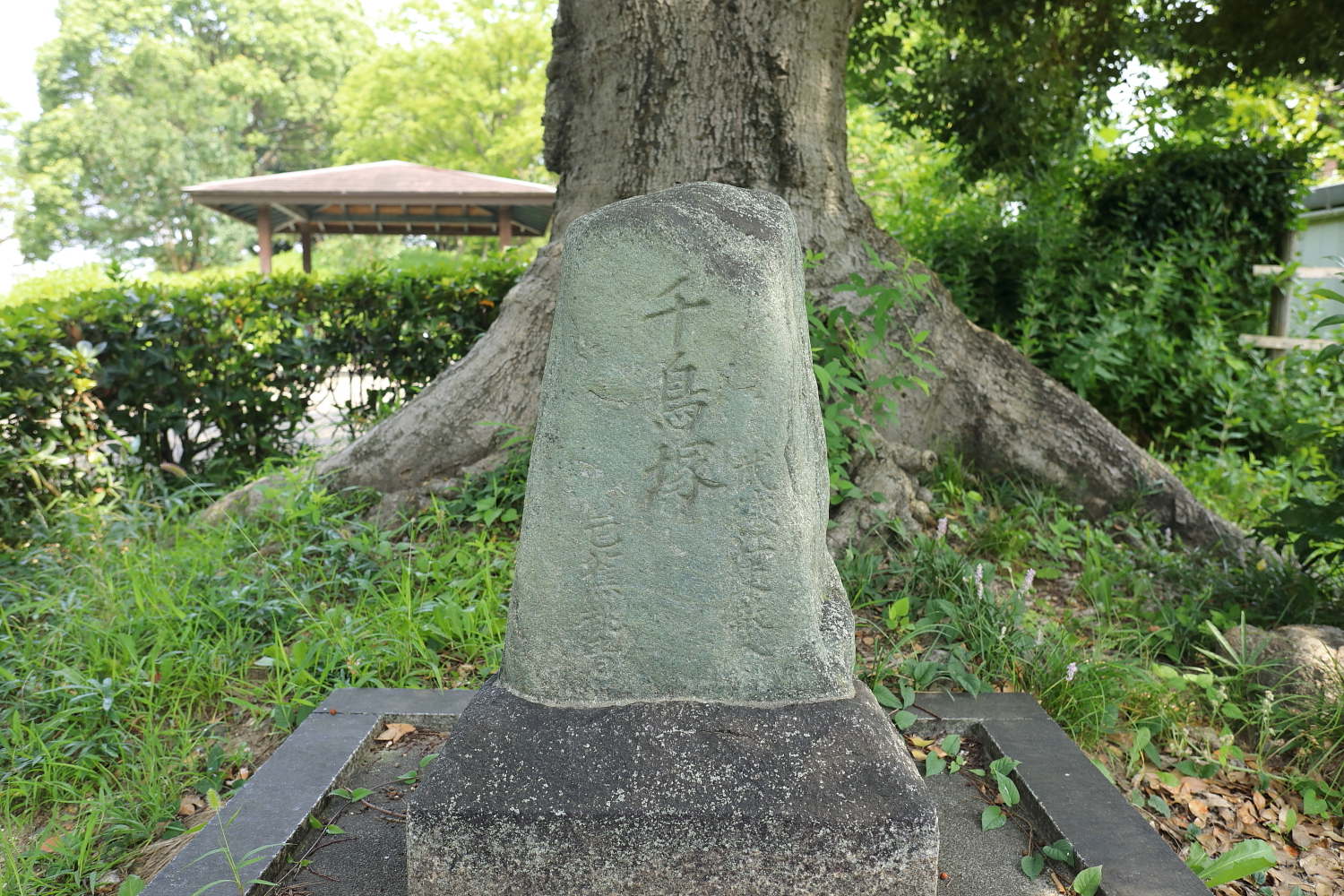
千鳥塚 （2020年8月）
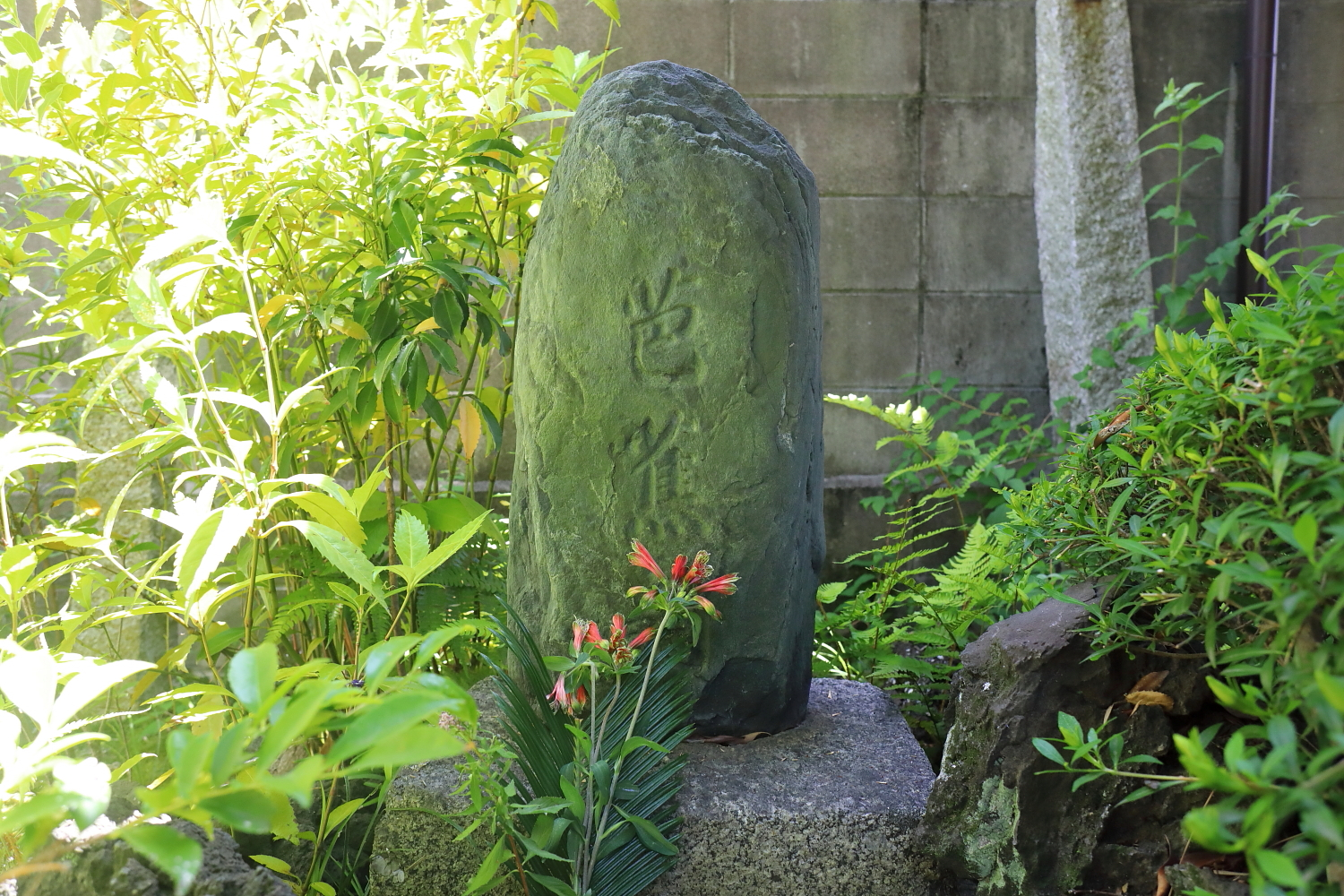
芭蕉最古の供養塔 （2020年6月）
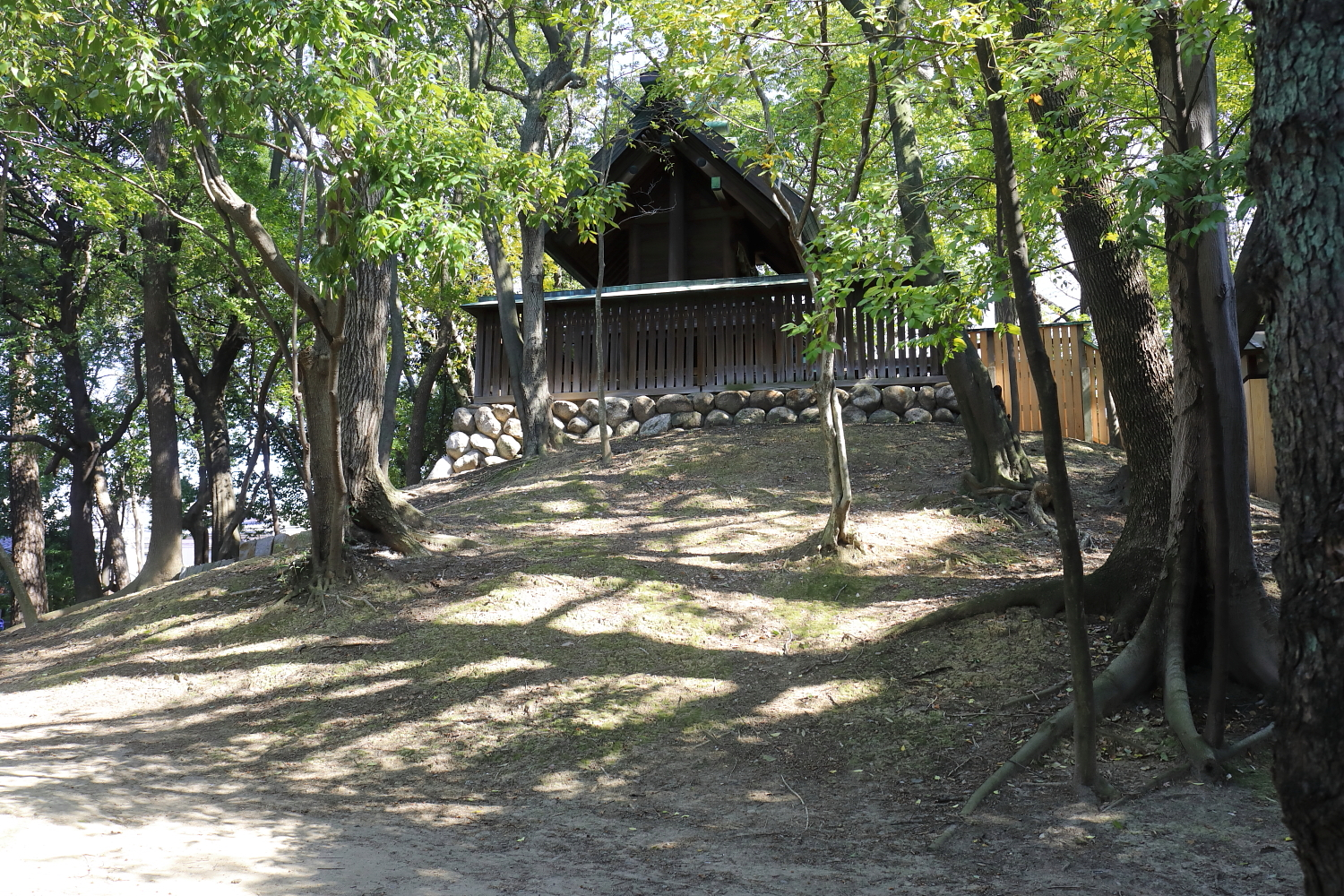
桜神明社古墳 （2021年2月）

##### 名勝
国の名勝
- 名古屋城二之丸庭園 - 名古屋城内（中区二の丸）

名古屋市指定名勝
- 旧「年魚市潟」展望地 - 白毫寺（南区岩戸町）

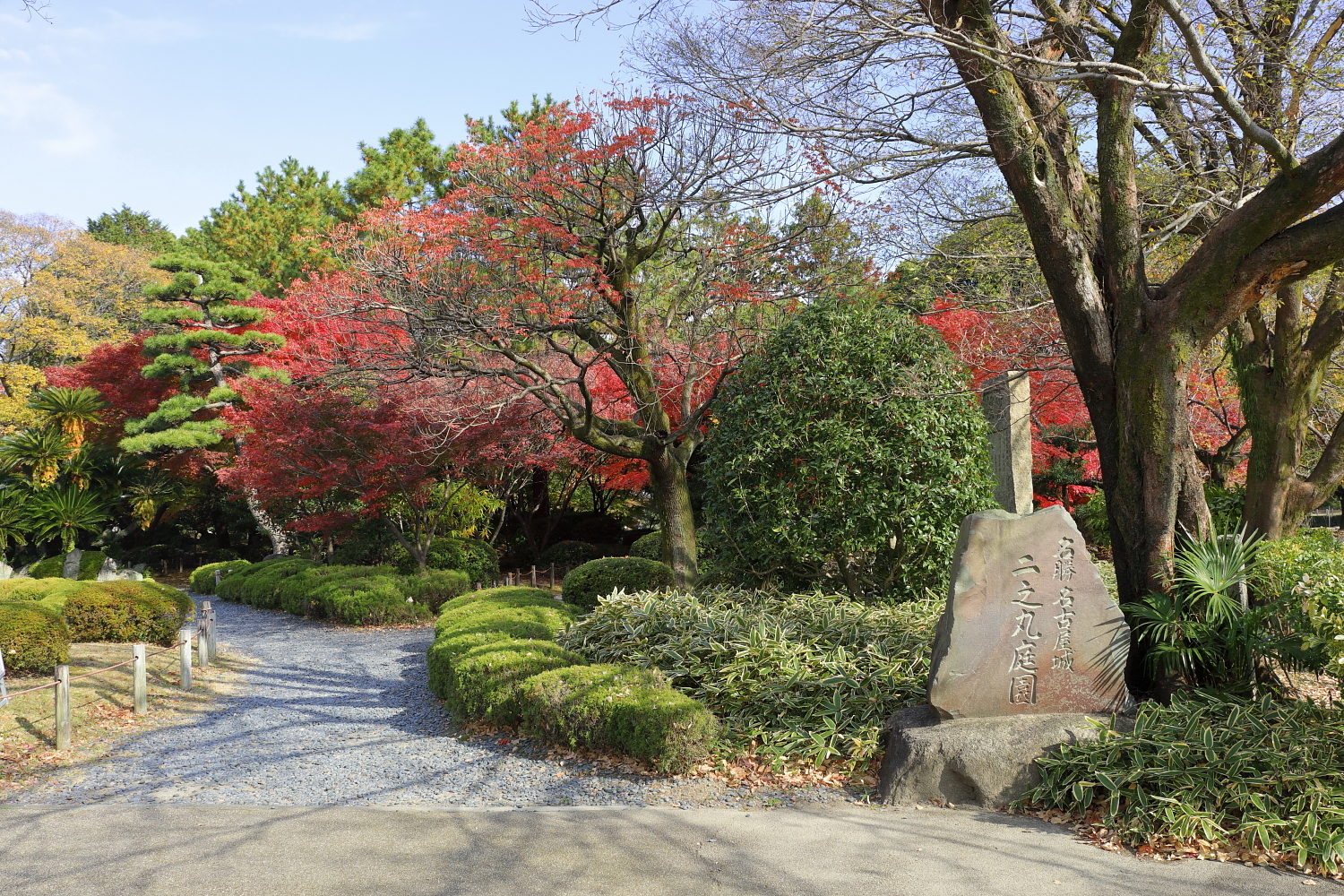
名古屋城二之丸庭園 （2021年11月）
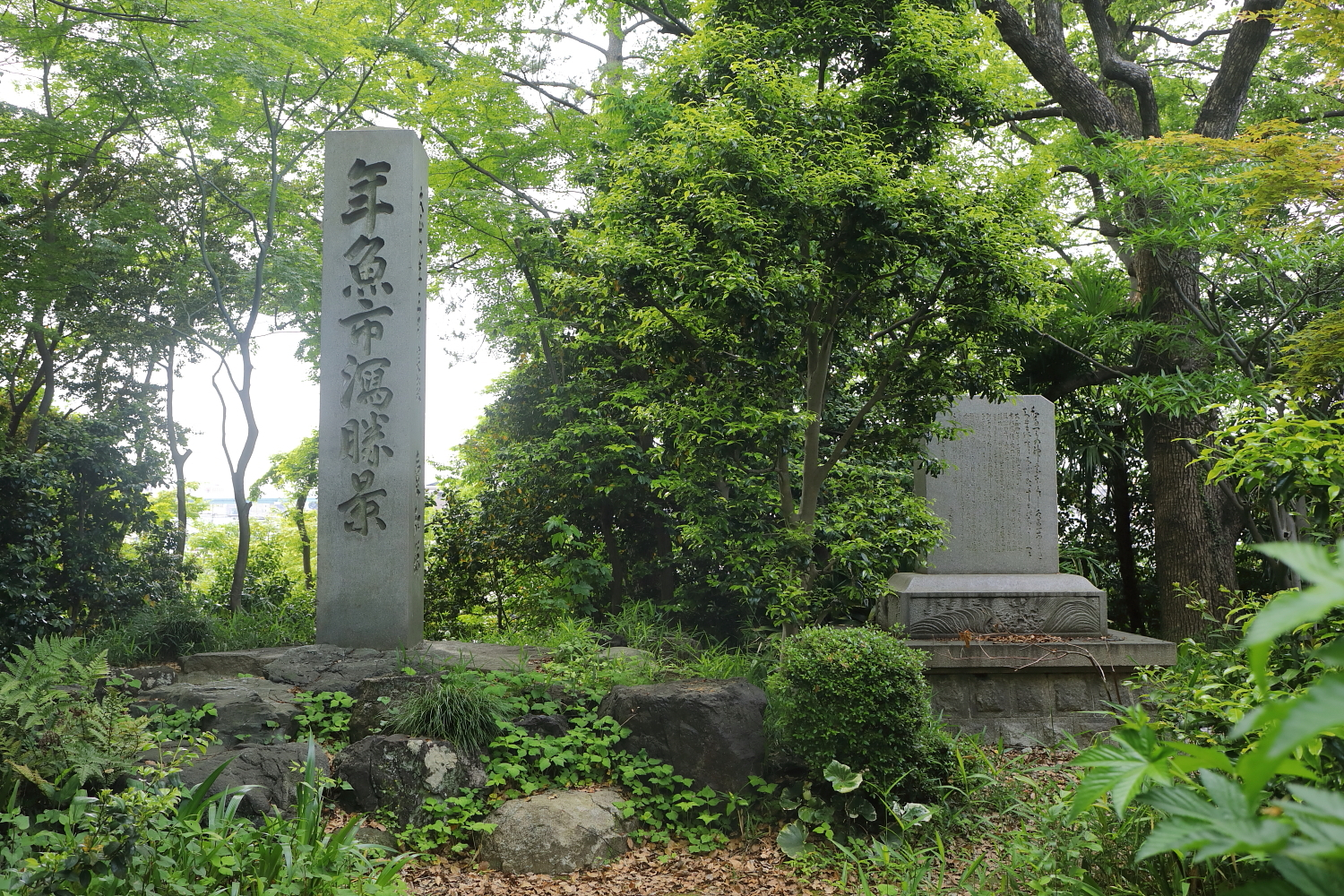
旧「年魚市潟」展望地 （2021年5月）

##### 天然記念物
国の天然記念物
- 名古屋城のカヤ　1樹 - 名古屋城内（中区本丸）

名古屋市指定天然記念物
- 宝珠院のイヌナシ　2本 - 宝珠院（昭和区広路町）
- 大乃伎神社のボダイジュ　1樹 - 大乃伎神社（西区大野木）
- 村上社のクスノキ　1樹 - 八幡社（南区楠町）

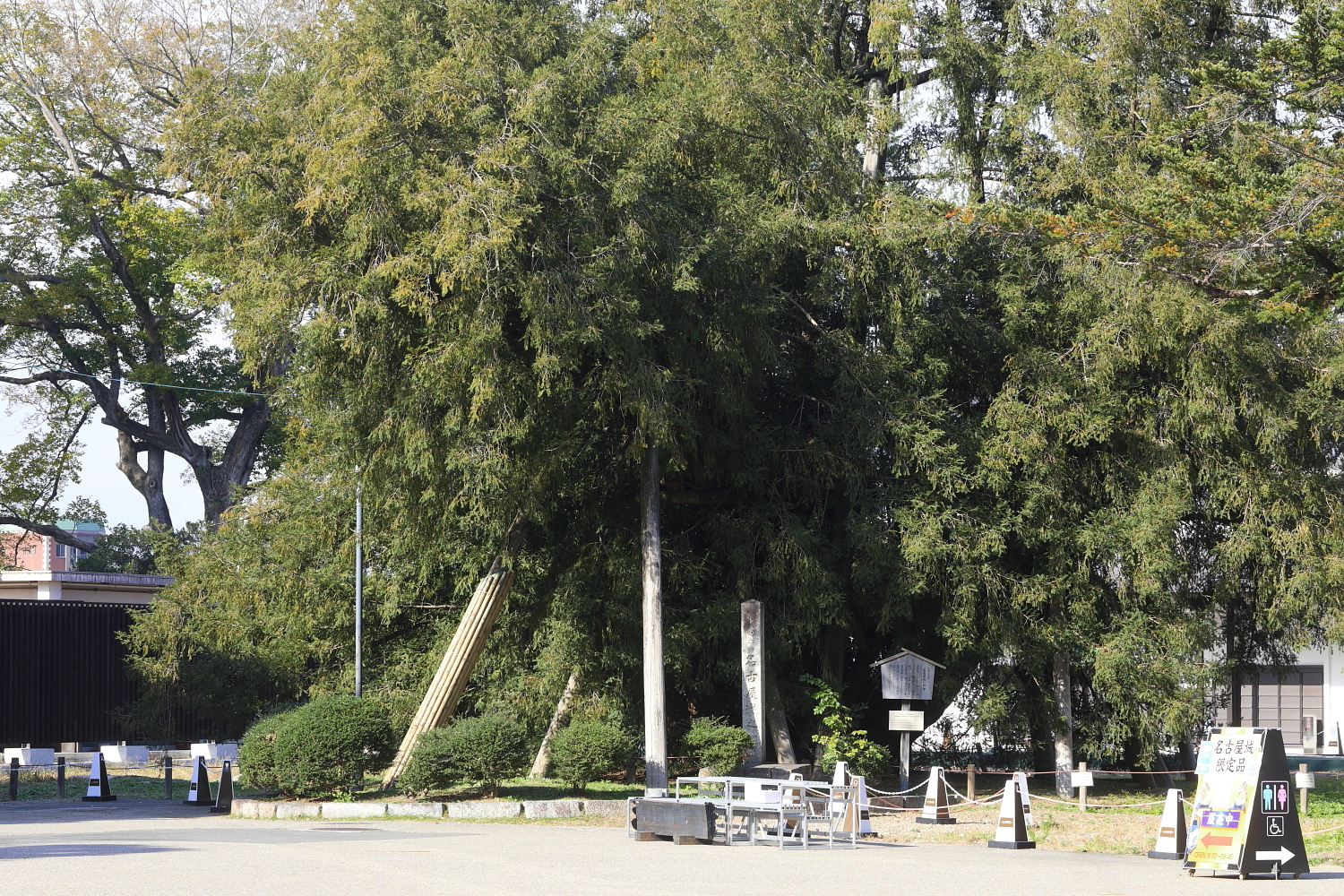
名古屋城のカヤ （2021年11月）
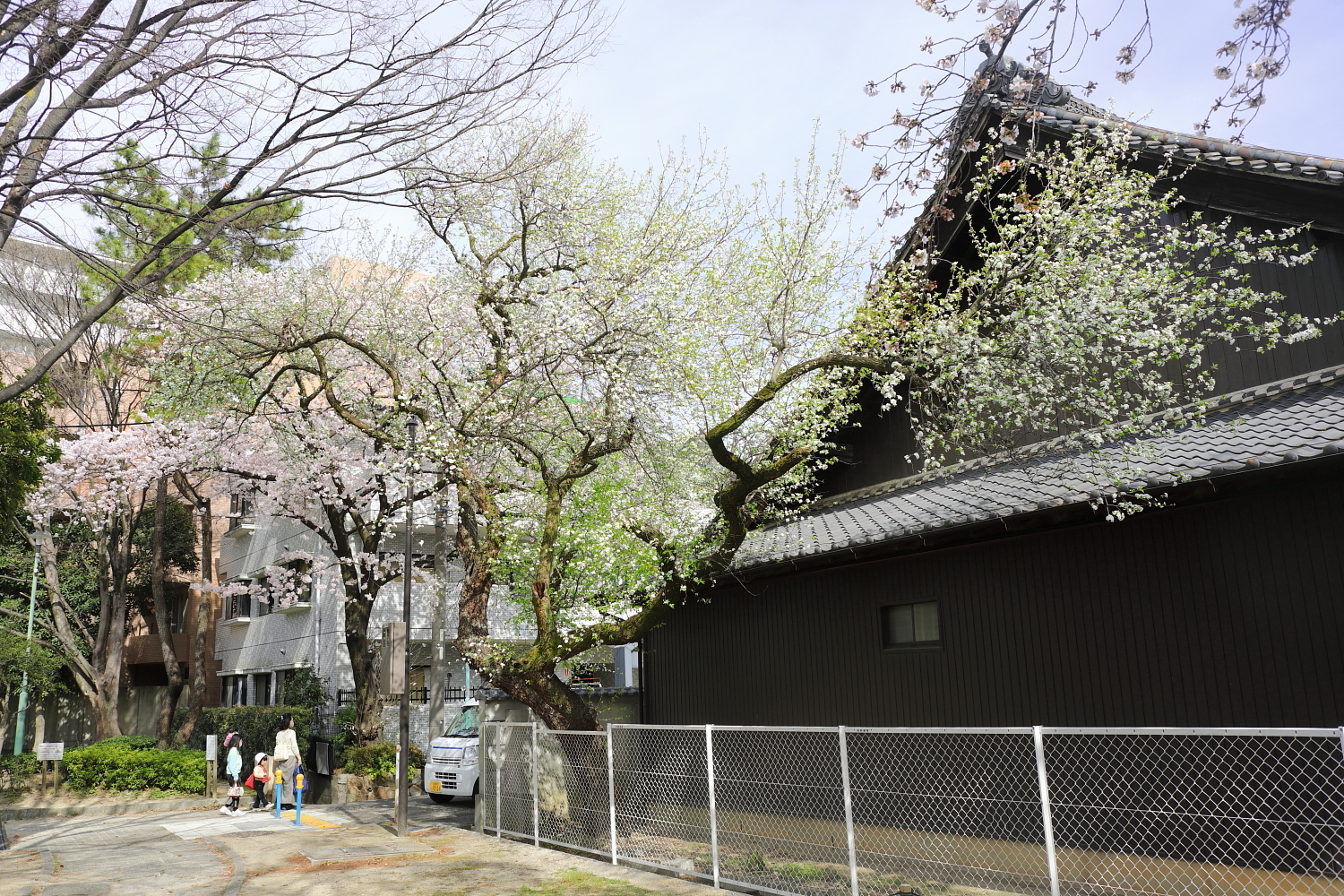
宝珠院のイヌナシ （2022年3月）
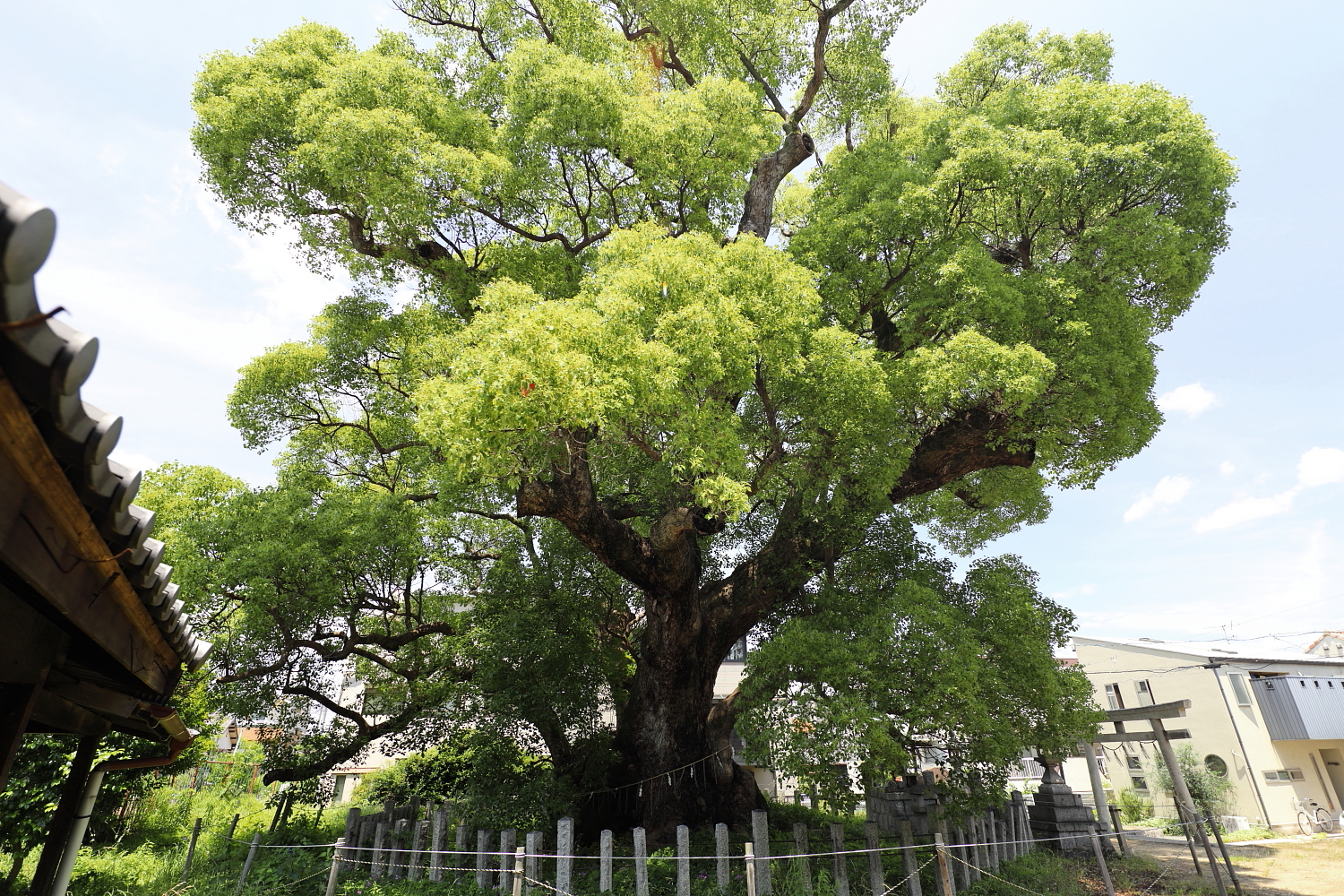
村上社のクスノキ （2023年6月）

#### 無形文化財

##### 芸能
名古屋市指定無形文化財
- 催馬楽桜人 - 催馬楽桜人保存会（瑞穂区）
- 志野流香道 - 志野流香道松隠会（西区）

#### 有形民俗文化財
名古屋市指定有形民俗文化財
- 戸部の車楽「高砂車」　1両 - 富部神社（南区呼続町）
- 観聴寺月待碑　3基 - 観聴寺（熱田区金山）
- 高橋家伝来医薬器具　1括 - 瑞穂区瑞穂通
- 高針北島大鳥毛馬標及馬具　1式 - 高針北島大鳥毛馬標及馬具保存会（名東区高針）
- 高針東古谷大鳥毛馬標及馬具　1式 - 高針東古谷大鳥毛馬標及馬具保存会（名東区高針）
- 高針西古谷大鳥毛馬標及馬具　1式 - 高針西古谷大鳥毛馬標及馬具保存会（名東区高針）
- 高針前山大鳥毛馬標及馬具　1式 - 高針前山大鳥毛馬標及馬具保存会（名東区高針）
- 高針西山大鳥毛馬標及馬具　1式 - 高針西山大鳥毛馬標及馬具保存会（名東区高針）
- 高針新屋敷大鳥毛馬標及馬具　1式 - 高針新屋敷大鳥毛馬標及馬具保存会（名東区高針）
- 一社大鳥毛馬標及馬具　1式 - 一社大鳥毛馬標及馬具保存会（名東区貴船）
- 荒子大中脇屋敷馬標及馬道具　1式 - 荒子大中脇屋敷馬標及び馬道具保存会（中川区荒子）
- 荒子西の畑屋敷馬標及馬道具　1式 - 瑞穂区瑞穂通
- 荒子西屋敷馬標及馬道具　1式 - 瑞穂区瑞穂通
- 十王像　14体 - 十王講（名東区陸前町）
- 六地蔵石仏　1基 - 安栄寺（北区志賀町）
- 長久寺庚申塔　1基 - 長久寺（東区白壁）
- 双体地蔵石碑　1基 - 性高院（千種区幸川町）
- 十七夜待供養碑　1基 - 塩田自治会（瑞穂区塩入町）

#### 無形民俗文化財
愛知県指定無形民俗文化財
- 桜の棒の手 - 桜の棒の手保存会（南区元桜田町）
- 守山の棒の手 - 守山棒の手保存会（守山区大森・川村）

名古屋市指定無形民俗文化財
- 名古屋港筏師一本乗り - 名古屋港筏師一本乗り保存会（港区名港）
- 七所社「きねこさ祭」 - きねこさ祭保存会（中村区岩塚町）
- 中根町「見当流棒の手」 - 中根東八幡社見当流棒の手保存会（瑞穂区中根町）
- 鍋屋上野町「源氏天流棒の手」 - 鍋屋上野町源氏天流棒の手保存会（千種区赤坂町）
- 善進町「真影流棒の手」 - 善進町真影流棒の手保存会（港区入場）
- 猪高町「鷹羽検藤流棒の手」 - 猪高町鷹羽検藤流棒の手保存会（名東区陸前町）
- 平針「木遣り音頭」 - 平針木遣り音頭保存会（天白区平針）
- 高針棒の手 - 高針棒の手保存会連合会（名東区高針）
- 筒井町天王祭の山車行事と神皇車 - 神皇車保存会（東区筒井）
- 筒井町天王祭の山車行事と湯取車 - 湯取車保存会（東区筒井）
- 花車神明社祭の山車行事と二福神車 - 下花車二福神車保存会（中村区名駅）
- 花車神明社祭の山車行事と唐子車 - 内屋敷唐子車保存会（中村区名駅南）
- 花車神明社祭の山車行事と紅葉狩車 - 紅葉狩車保存会（中村区名駅）
- 出来町天王祭の山車行事と鹿子神車 - 西之切奉賛会（東区新出来）
- 出来町天王祭の山車行事と河水車 - 中之切奉賛会（東区出来町）
- 出来町天王祭の山車行事 - 古出来町お祭囃子保存会（東区古出来）
- 若宮祭りの山車行事と福禄寿車 - 若宮八幡社福禄寿車山車保存会（中区栄）
- 牛立天王祭の山車行事と牛頭天王車 - 牛頭天王車山車保存会（中川区牛立町）
- 有松祭りの山車行事と布袋車 - 有松天満社文嶺講（緑区有松）
- 有松祭りの山車行事と唐子車 - 有松天満社文嶺講（緑区有松）
- 有松祭りの山車行事と神功皇后車 - 有松天満社文嶺講（緑区有松）
- 比良祭りの山車行事と二福神車 - 二福神車山車保存会（西区比良）
- 比良祭りの山車行事と湯取神子車 - 湯取神子車山車保存会（西区比良）
- 戸田祭りの山車行事と白山社山車 - 郷土芸能保存会（中川区戸田）
- 戸田祭りの山車行事と神明社山車 - 戸田五之割神明社山車保存会（中川区戸田）
- 戸田祭りの山車行事と八幡社山車 - 八幡社山車保存会（中川区戸田）
- 戸田祭りの山車行事と天神社山車 - 戸田祭りの山車行事と天神社山車保存会（中川区戸田）
- 戸田祭りの山車行事と鈴宮社山車 - 戸田三之割山車保存会（中川区戸田）
- 鳴海表方祭の山車行事と唐子車 - 相原町山車保存会（緑区鳴海町）
- 大森天王祭の山車行事 - 大森天王祭山車奉賛会（守山区大森）
- 鳴海祭（裏方）の山車行事と丹下・北浦・花井・城之下の山車 - 成海神社山車保存会（緑区鳴海町）
- 鳴海祭（表方）の山車行事と作町・根古屋・本街・中嶋の山車 - 作町町内会・根古屋町内会・本町町内会・下中町内会（緑区鳴海町）
- 大森郷祭のオマント行事 - 大森共存会（守山区大森地区）

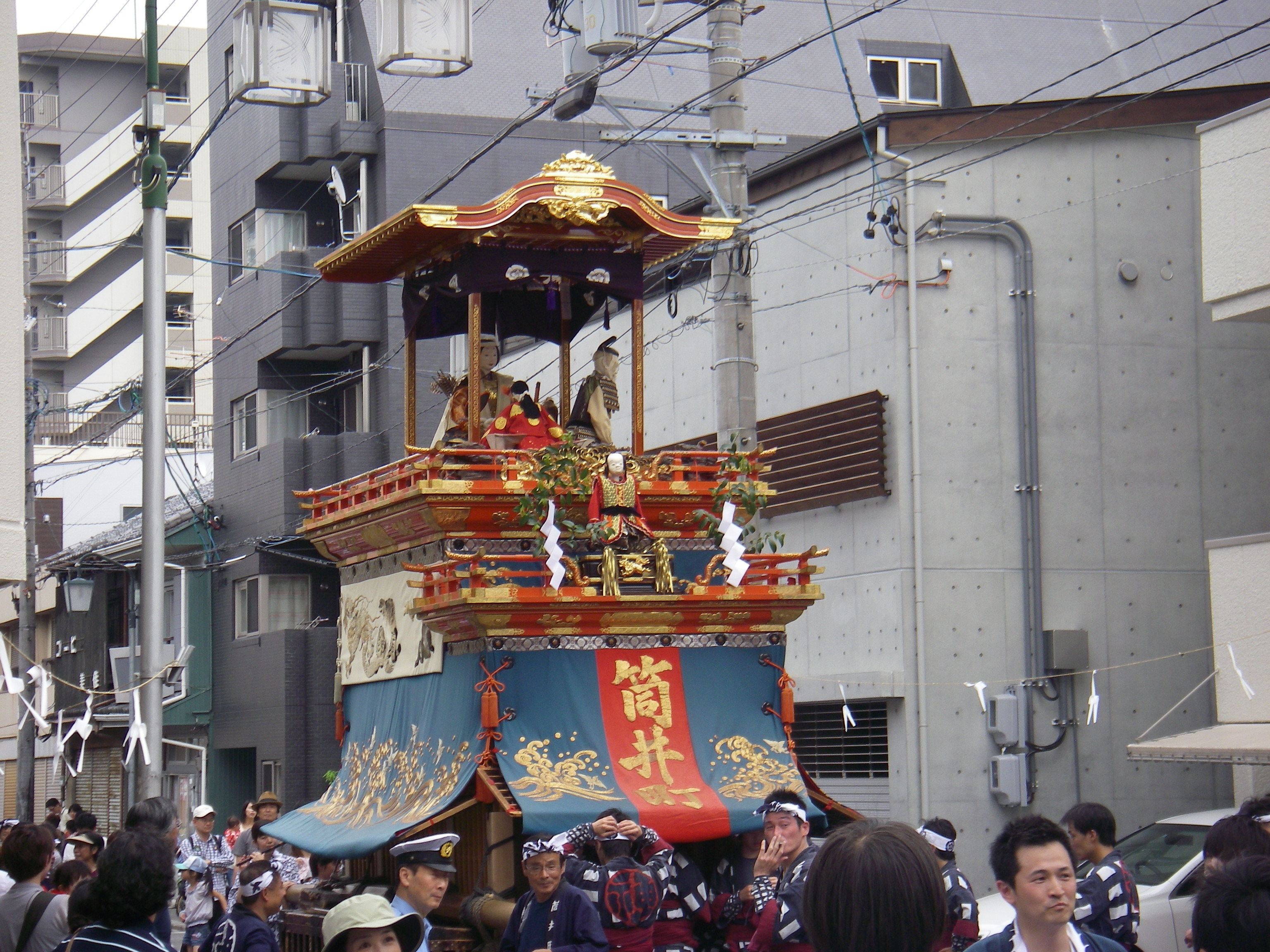
筒井町天王祭の神皇車 （2012年6月）
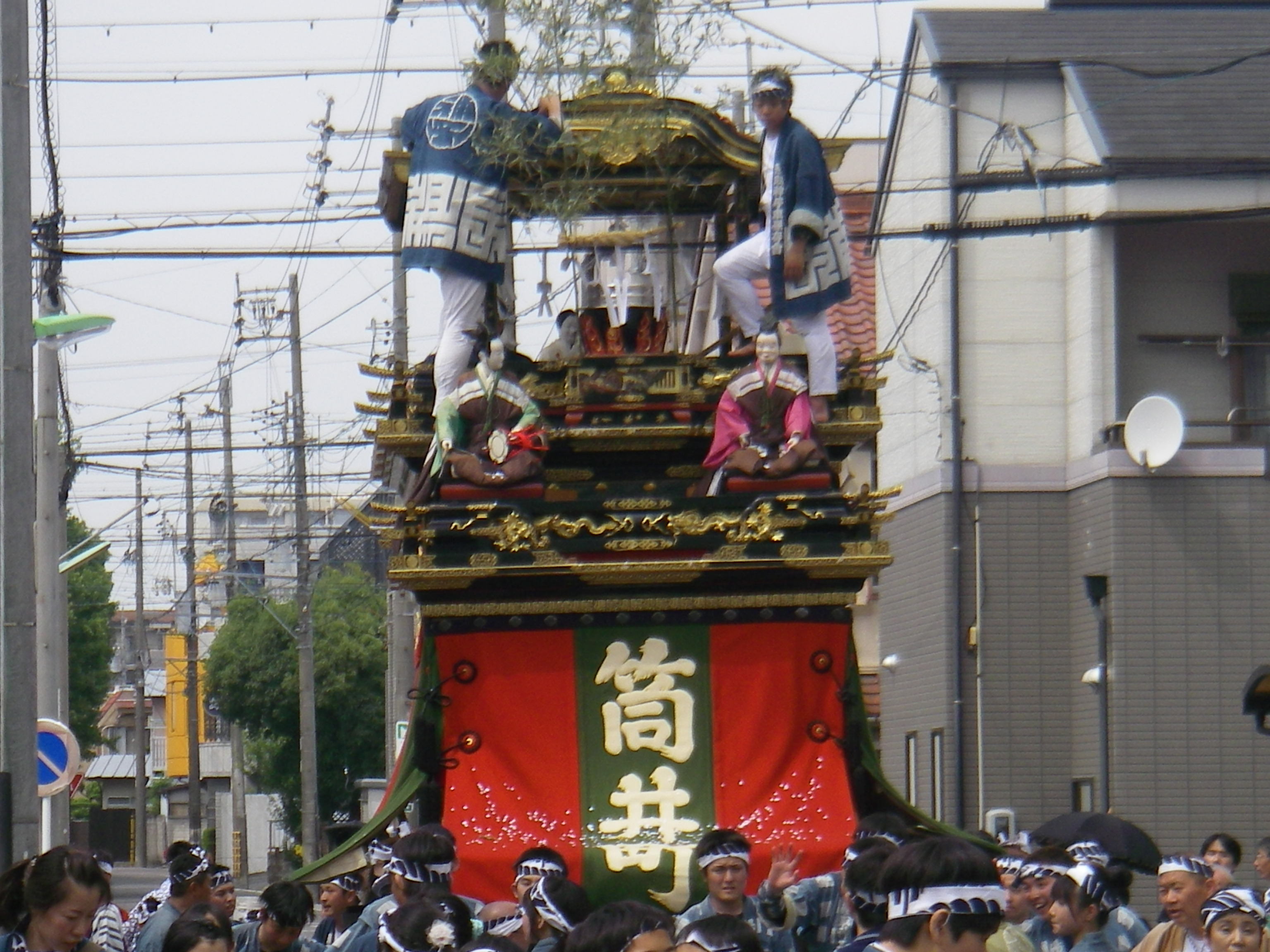
筒井町天王祭の湯取車 （2012年6月）
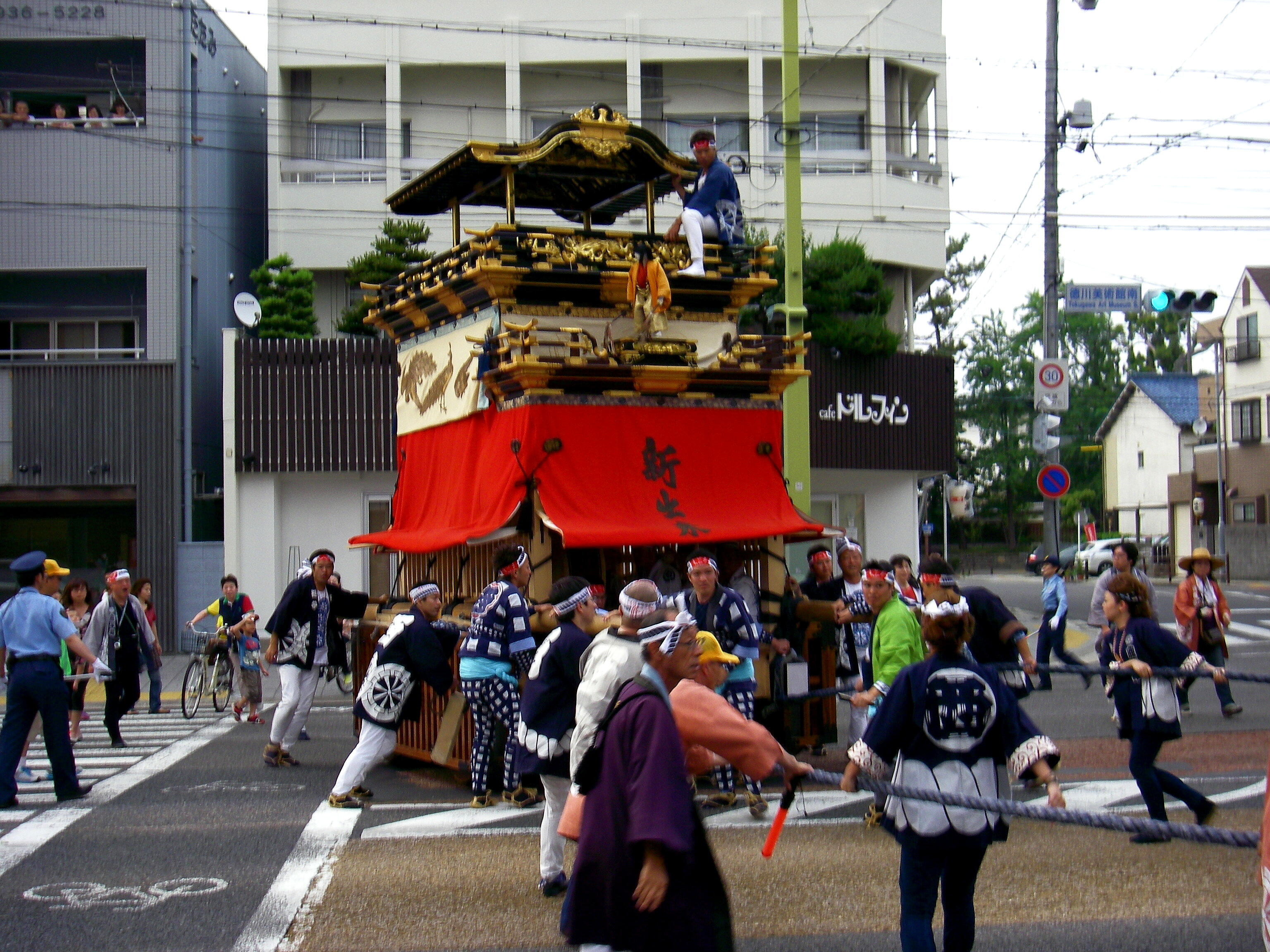
出来町天王祭の鹿子神車 （2013年6月）
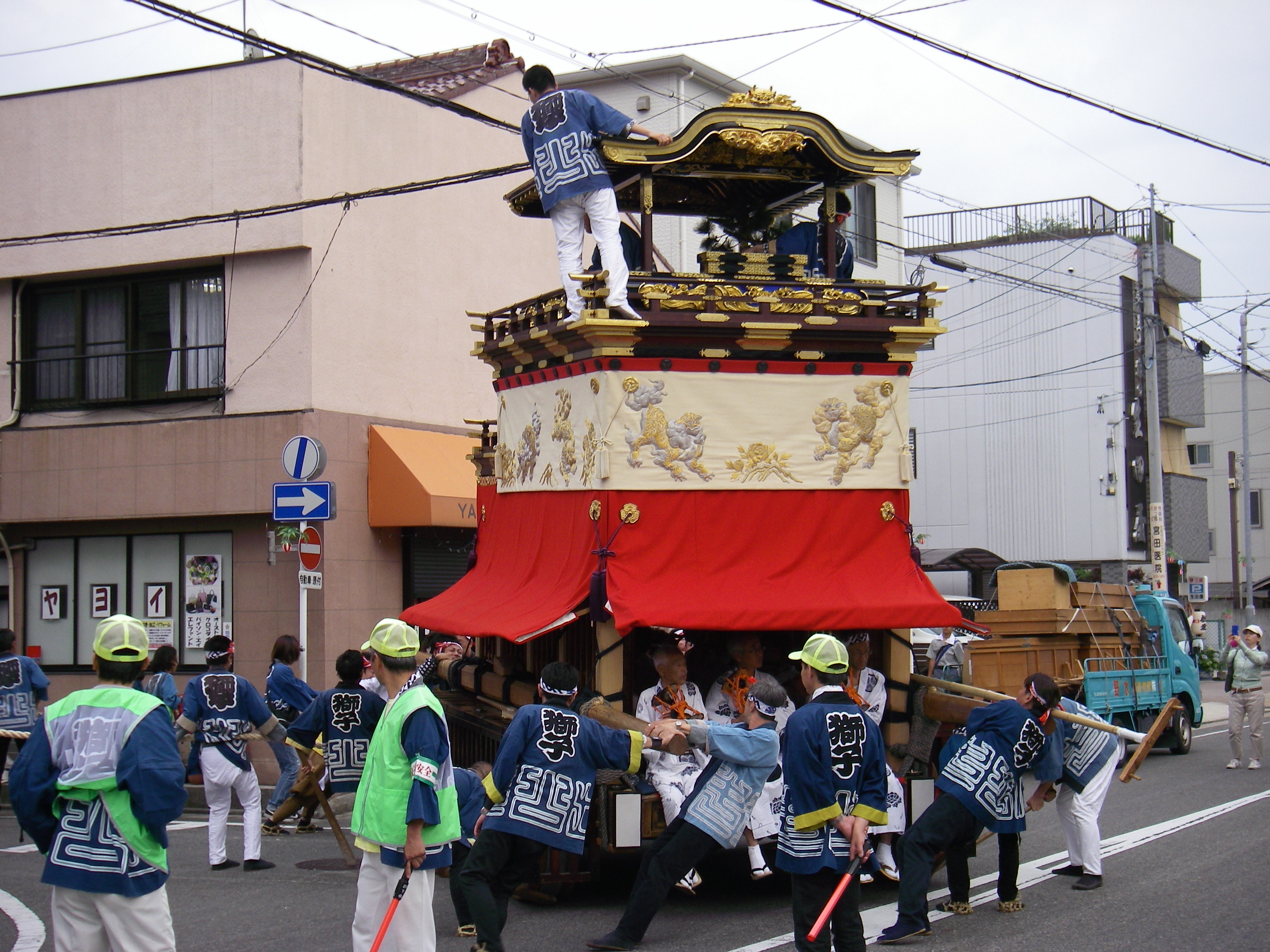
出来町天王祭の河水車 （2013年6月）
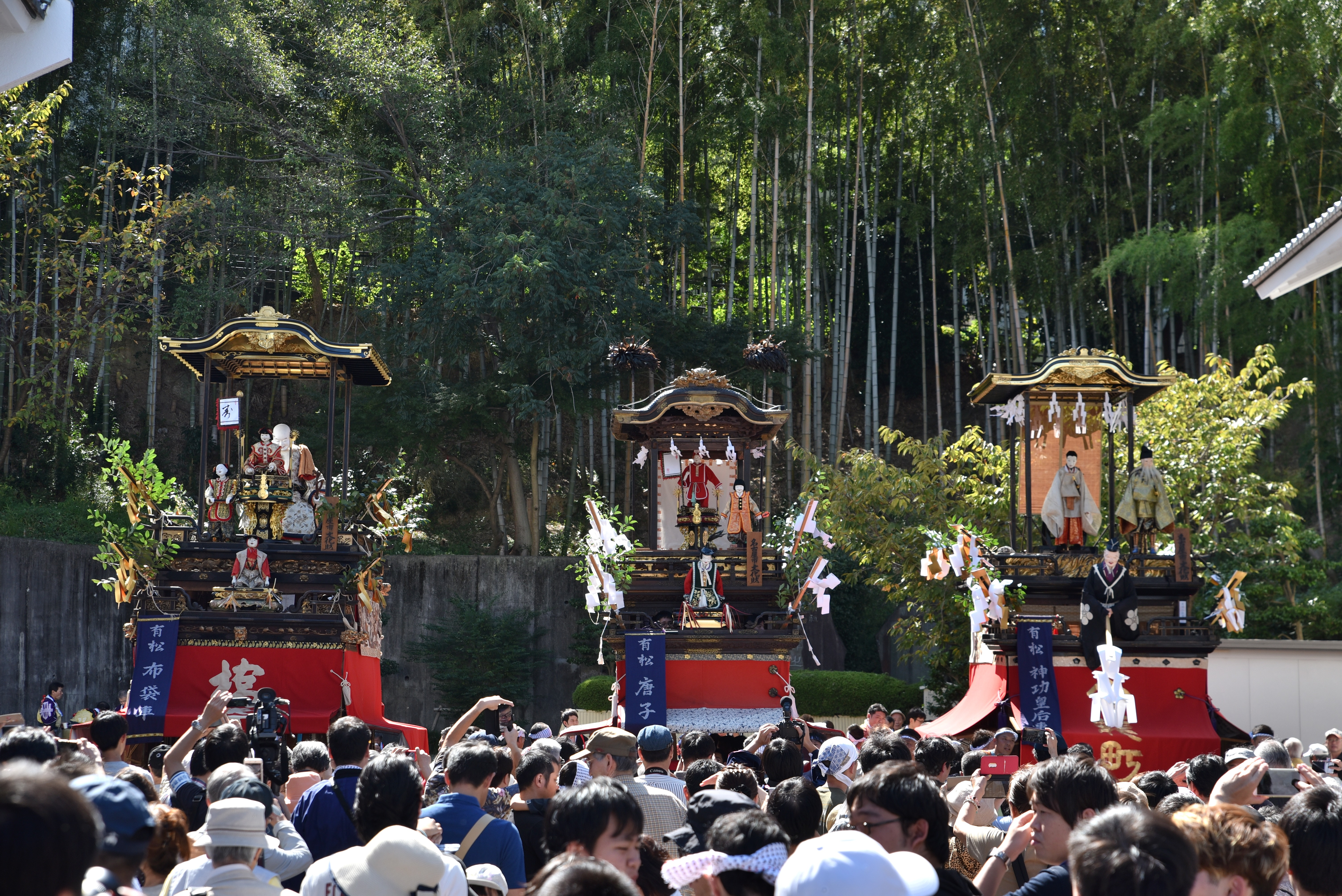
有松祭りの布袋車・唐子車・神功皇后車 （2019年9月）

### 主な遺跡

#### 旧石器・縄文時代
- 片山神社遺跡 - 東区芳野。
- 長久寺遺跡 - 東区白壁。
- 朝日遺跡 - 西区長先町・中沼町・上橋町・見寄町、清須市。
- 遊里ケ池遺跡 - 中村区道下町。
- 岩井通貝塚 - 中区松原。
- 旧紫川遺跡 - 中区大須。
- 白川公園遺跡 - 中区栄。
- 竪三蔵通遺跡 - 中区栄。
- 名古屋城三の丸遺跡 - 中区三の丸。
- 東古渡町遺跡 - 中区金山・熱田区金山町。古渡遺跡群を構成する。
- 富士見町遺跡 - 中区上前津・富士見町・大井町ほか。

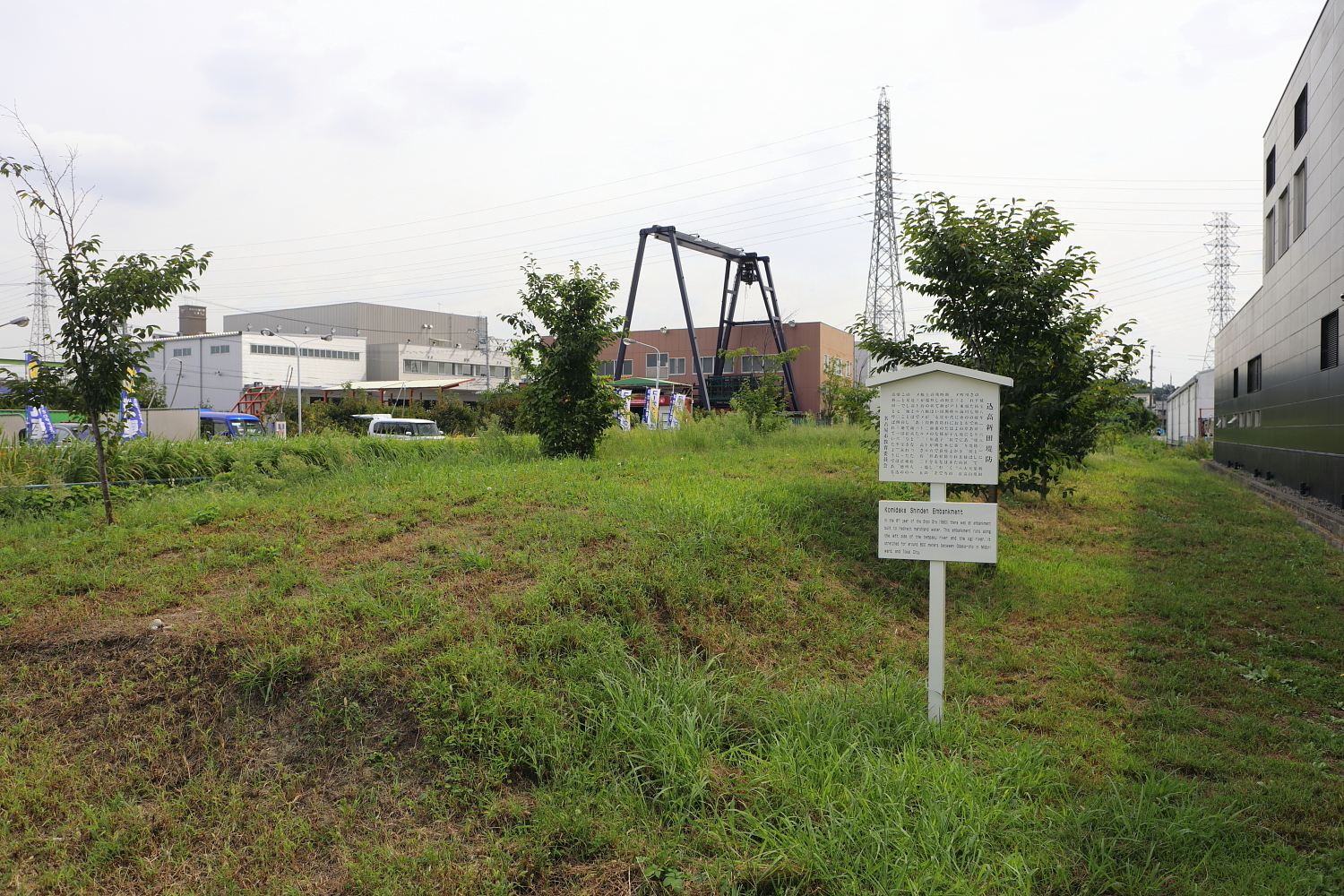
込高新田堤防跡 （2020年9月）

- 古沢町遺跡 - 中区伊勢山・金山。古渡遺跡群を構成する。
- 阿由知通遺跡 - 昭和区阿由知通。
- 大曲輪遺跡 - 瑞穂区山下通。国の史跡。
- 欠上貝塚 - 瑞穂区大喜町・田光町・上坂町。
- 下内田貝塚 - 瑞穂区萩山町。
- 瑞穂遺跡 - 瑞穂区前田町・牧町・豊岡通ほか。
- 新宮坂貝塚 - 熱田区神宮。
- 高蔵遺跡 - 熱田区高蔵町・外土居町・夜寒町・五本松町・花町ほか。
- 玉ノ井遺跡 - 熱田区玉の井町。
- 市場遺跡 - 南区笠寺町。
- 粕畠貝塚 - 南区粕畠町・笠寺町。
- 見晴台遺跡 - 南区見晴町・弥生町ほか。
- 牛牧遺跡 - 守山区大字牛牧・高島町ほか。
- 樹木遺跡 - 守山区大字上志段味。
- 白鳥遺跡 - 守山区大字上志段味。
- 雷貝塚 - 緑区鳴海町。
- 上ノ山貝塚 - 緑区鳴海町。
- 大根貝塚 - 緑区松が根台。
- 光正寺貝塚 - 緑区鳴海町。
- 三王山遺跡 - 緑区鳴海町。
- 清水寺遺跡 - 緑区鳴海町。
- 鉾ノ木貝塚 - 緑区鳴海町。

#### 弥生時代
- 片山神社遺跡 - 東区芳野。
- 味鋺B遺跡 - 北区楠町。
- 志賀公園遺跡 - 北区平手町・西志賀町・中丸町。志賀公園内。
- 平手町遺跡 - 北区平手町。
- 若葉通遺跡 - 北区若葉通・石園町。
- 朝日遺跡 - 西区長先町・中沼町・上橋町・見寄町、清須市。
- 月縄手遺跡 - 西区比良。
- 西志賀遺跡 - 西区貝田町・北区西志賀町。
- 堀越町遺跡 - 西区堀越町・南堀越。
- 伊勢山中学校遺跡 - 中区正木。古渡遺跡群を構成する。
- 金山北遺跡 - 中区金山。古渡遺跡群を構成する。
- 旧紫川遺跡 - 中区大須。
- 竪三蔵通遺跡 - 中区栄。
- 名古屋城三の丸遺跡 - 中区三の丸。
- 東古渡町遺跡 - 中区金山・熱田区金山町。古渡遺跡群を構成する。
- 富士見町遺跡 - 中区上前津・富士見町・大井町ほか。
- 古沢町遺跡 - 中区伊勢山・金山。古渡遺跡群を構成する。
- 正木町遺跡 - 中区正木。古渡遺跡群を構成する。
- 村雲小学校南遺跡 - 昭和区村雲町・御器所。
- 聞天閣貝塚 - 昭和区鶴舞。
- 大喜遺跡 - 瑞穂区大喜新町。
- 大喜梅林遺跡 - 瑞穂区大喜町。
- 中根遺跡 - 瑞穂区軍水町。
- 仁所遺跡 - 瑞穂区丸根町・中根町・軍水町。
- 瑞穂遺跡 - 瑞穂区前田町・牧町・豊岡通ほか。
- 高蔵遺跡 - 熱田区高蔵町・外土居町・夜寒町・五本松町・花町ほか。
- 玉ノ井遺跡 - 熱田区玉の井町。
- 森後町遺跡 - 熱田区森後町・玉の井町。
- 市場遺跡 - 南区笠寺町。
- 扇田町遺跡 - 南区桜本町・扇田町。
- 駈上町遺跡 - 南区駈上・菊住。
- 春日野町遺跡 - 南区貝塚町・春日野町・霞町ほか。
- 桜小学校遺跡（旧桜台町遺跡） - 南区桜台。
- 桜台町遺跡 - 南区桜台。
- 桜田貝塚（貝塚町遺跡） - 南区見晴町・貝塚町・呼続町ほか。出土した魚形土器は名古屋市指定有形文化財。
- 桜本町遺跡 - 南区霞町・桜本町・扇田町ほか。
- 下新町遺跡 - 南区笠寺町。
- 曽池遺跡 - 南区呼続・曽池町ほか。
- 東郷梅遺跡 - 南区桜台。
- 本城町遺跡 - 南区本城町。
- 見晴台遺跡 - 南区見晴町・弥生町ほか。
- 六本松遺跡 - 南区霞町・元桜田町。
- 牛牧離レ松古墳 - 守山区城土町。
- 西城遺跡 - 守山区西城。
- 石神遺跡 - 緑区大高町。
- 上ノ山遺跡 - 緑区鳴海町。
- 三王山遺跡 - 緑区鳴海町。
- 城遺跡 - 緑区鳴海町。
- 清水寺遺跡 - 緑区鳴海町。

#### 古墳時代
- 城山古墳群 - 千種区城山町。
  - 城山1号墳
- 東山48号窯跡 - 千種区稲舟町。
- 東山11号窯跡 - 千種区清住町。
- 東山61号窯跡 - 千種区不老町。
- 馬走塚古墳 - 千種区吹上。
- 蝮ケ池窯跡 - 千種区高見。
- 片山神社遺跡 - 東区芳野。
- 長久寺遺跡 - 東区白壁。
- 味鋺大塚古墳 - 北区楠味鋺。
- 岩屋堂古墳 - 北区楠味鋺。
- 志賀公園遺跡 - 北区平手町・西志賀町・中丸町。志賀公園内。
- 白山藪古墳 - 北区楠町。
- 朝日遺跡 - 西区長先町・中沼町・上橋町・見寄町、清須市。
- 貴生町遺跡 - 西区貴生町。
- 月縄手遺跡 - 西区比良。
- 岩塚古墳群 - 中村区岩塚町。七所社境内にある。
  - 岩塚1号墳
  - 岩塚2号墳
- 伊勢山中学校遺跡 - 中区正木。古渡遺跡群を構成する。
- 大須二子山古墳 - 中区門前町。出土品は名古屋市指定有形文化財。
- 尾張元興寺遺跡 - 中区正木。古渡遺跡群を構成する。
- 金山北遺跡 - 中区金山。古渡遺跡群を構成する。
- 竪三蔵通遺跡 - 中区栄。
- 那古野山古墳 - 中区大須。
- 名古屋城三の丸遺跡 - 中区三の丸。
- 西塚古墳 - 中区新栄。
- 白山神社古墳 - 中区新栄。
- 東古渡町遺跡 - 中区金山・熱田区金山町。古渡遺跡群を構成する。
- 古沢町遺跡 - 中区伊勢山・金山。古渡遺跡群を構成する。
- 正木町遺跡 - 中区正木。古渡遺跡群を構成する。
- 一本松古墳 - 昭和区御器所町。
- 八幡山古墳 - 昭和区山脇町。国の史跡。
- 東山44号窯跡 - 昭和区滝川町。
- 東山111号窯跡 - 昭和区伊勝町。
- 井守塚古墳 - 瑞穂区軍水町。
- おつくり山古墳 - 瑞穂区井戸田町。
- 下山古墳 - 瑞穂区田辺通。
- 大喜遺跡 - 瑞穂区大喜新町。
- 髙田古墳 - 瑞穂区高田町。
- 津賀田古墳 - 瑞穂区津賀田町。
- 八高古墳 - 瑞穂区瑞穂町。名古屋市立大学構内。
- 八高2号墳（剣ケ森古墳） - 瑞穂区瑞穂町。名古屋市立大学構内。
- 琵琶ケ峯古墳 - 瑞穂区田辺通。
- 瑞穂古墳群 - 瑞穂区豊岡通。
  - 瑞穂1号墳 - 名古屋市立豊岡小学校敷地内。
  - 瑞穂2号墳
- 村上おどり山古墳 - 瑞穂区村上町。
- 白鳥古墳 - 熱田区白鳥。
- 高蔵遺跡 - 熱田区高蔵町・外土居町・夜寒町・五本松町・花町ほか。
- 高蔵古墳群 - 熱田区高蔵町。
  - 高蔵1号墳
  - 高蔵2号墳
  - 高蔵3号墳
  - 高蔵4号墳
  - 高蔵5号墳
  - 高蔵6号墳
  - 高蔵7号墳
  - 高蔵8号墳
- 断夫山古墳 - 熱田区旗屋町。国の史跡。
- 扇田町遺跡 - 南区桜本町・扇田町。
- 春日野町遺跡 - 南区貝塚町・春日野町・霞町ほか。
- 桜神明社古墳 - 南区呼続町。
- 桜本町遺跡 - 南区霞町・桜本町・扇田町ほか。
- 曽池遺跡 - 南区呼続・曽池町ほか。
- 鳥栖神明社古墳 - 南区鳥栖。
- 鳥栖八剣社古墳 - 南区鳥栖。
- 野屋古墳 - 南区呼続町。
- 見晴台遺跡 - 南区見晴町・弥生町ほか。
- 呼続遺跡 - 南区呼続・曽池町ほか。
- 六本松遺跡 - 南区霞町・元桜田町。
- 池下古墳 - 守山区喜多山。
- 牛牧離レ松古墳 - 守山区城土町。
- 大久手古墳群 - 守山区大字上志段味。
  - 大久手1号墳（東大久手古墳）
  - 大久手2号墳（西大久手古墳）
  - 大久手3号墳
  - 大久手4号墳
  - 大久手5号墳
- 大塚古墳群 - 守山区大字上志段味。
  - 大塚1号墳（志段味大塚古墳） - 国の史跡「志段味古墳群」の内の1基。
  - 大塚2号墳
  - 大塚3号墳
- 大森大塚古墳 - 守山区大森。
- 小幡古墳 - 守山区小幡。
- 小幡茶臼山古墳 - 守山区翠松園。
- 尾張戸神社古墳 - 守山区大字上志段味。国の史跡「志段味古墳群」の内の1基。
- 勝手塚古墳 - 守山区大字上志段味。国の史跡「志段味古墳群」の内の1基。
- 上島古墳群 - 守山区深沢。
  - 上島1号墳
  - 上島2号墳
  - 上島3号墳
  - 上島4号墳
  - 上島神明社境内の古墳
- 川東山遺跡 - 守山区大字川。
- 川東山古墳群 - 守山区城土町・松坂町・大字川。
  - 川東山1号墳
  - 川東山2号墳
  - 川東山4号墳
  - 川東山8号墳
  - 川東山9号墳
- 越水古墳 - 守山区吉根。
- 笹ケ根古墳群 - 守山区笹ケ根ほか。
  - 笹ケ根1号墳
  - 笹ケ根2号墳
  - 笹ケ根3号墳
  - 笹ケ根4号墳
  - 笹ケ根5号墳
- 白鳥塚古墳 - 守山区大字上志段味。国の史跡「志段味古墳群」の内の1基。
- 白鳥古墳群 - 守山区大字上志段味。
  - 白鳥1号墳（東谷山白鳥古墳） - 国の史跡「志段味古墳群」の内の1基。
  - 白鳥4号墳
  - 白鳥5号墳
  - 白鳥7号墳
  - 白鳥8号墳
- 先生塚古墳 - 守山区大森。
- 寺林1号墳（上寺林古墳） - 守山区大字中志段味。
- 東谷山古墳群 - 守山区大字上志段味。
  - 東谷山1号墳
  - 東谷山2号墳
  - 東谷山3号墳
  - 東谷山4号墳
  - 東谷山5号墳
  - 東谷山7号墳
  - 東谷山8号墳
  - 東谷山9号墳
  - 東谷山12号墳
  - 東谷山14号墳
  - 東谷山15号墳
  - 東谷山16号墳
  - 東谷山26号墳
  - 東谷山28-A号墳
  - 東谷山28-B号墳
  - 東谷山32号墳
  - 東谷山34号墳
- 東禅寺古墳群 - 守山区大字下志段味。
  - 東禅寺1号墳
  - 東禅寺2号墳
  - 東禅寺3号墳
  - 東禅寺4号墳
- 長塚古墳 - 守山区小幡。
- 中社古墳 - 守山区大字上志段味。国の史跡「志段味古墳群」の内の1基。
- 羽根古墳 - 守山区大字上志段味。
- 深沢古墳群 - 守山区深沢。
  - 深沢1号墳
  - 深沢3号墳 - 名古屋市指定史跡。
- 松ケ洞古墳群 - 守山区竜泉寺。
  - 松ケ洞8号墳
  - 松ケ洞9号墳
  - 松ケ洞13号墳
  - 松ケ洞14号墳
  - 松ケ洞15号墳
  - 松ケ洞20号墳（小幡緑地1号墳）
  - 松ケ洞21号墳（小幡緑地2号墳）
  - 松ケ洞22号墳（小幡緑地3号墳）
- 南社古墳 - 守山区大字上志段味。国の史跡「志段味古墳群」の内の1基。
- 守山白山古墳 - 守山区市場。
- 守山瓢箪山古墳 - 守山区西島町。名古屋市指定史跡。
- 山の田古墳 - 守山区大字上志段味。
- 石神遺跡 - 緑区大高町。
- 斎山古墳 - 緑区大高町。
- 三王山遺跡 - 緑区鳴海町。
- 城遺跡 - 緑区鳴海町。
- 鳴海赤塚古墳 - 緑区鳴海町。
- 鳴海大塚古墳 - 緑区鳴海町。
- 鳴海廃寺 - 緑区鳴海町。
- 菩薩遺跡 - 緑区大高町。
- 東山50号窯跡 - 名東区亀の井。
- 東山15号窯跡 - 天白区天白町大字八事。
- 東山16号窯跡 - 天白区天白町大字八事。

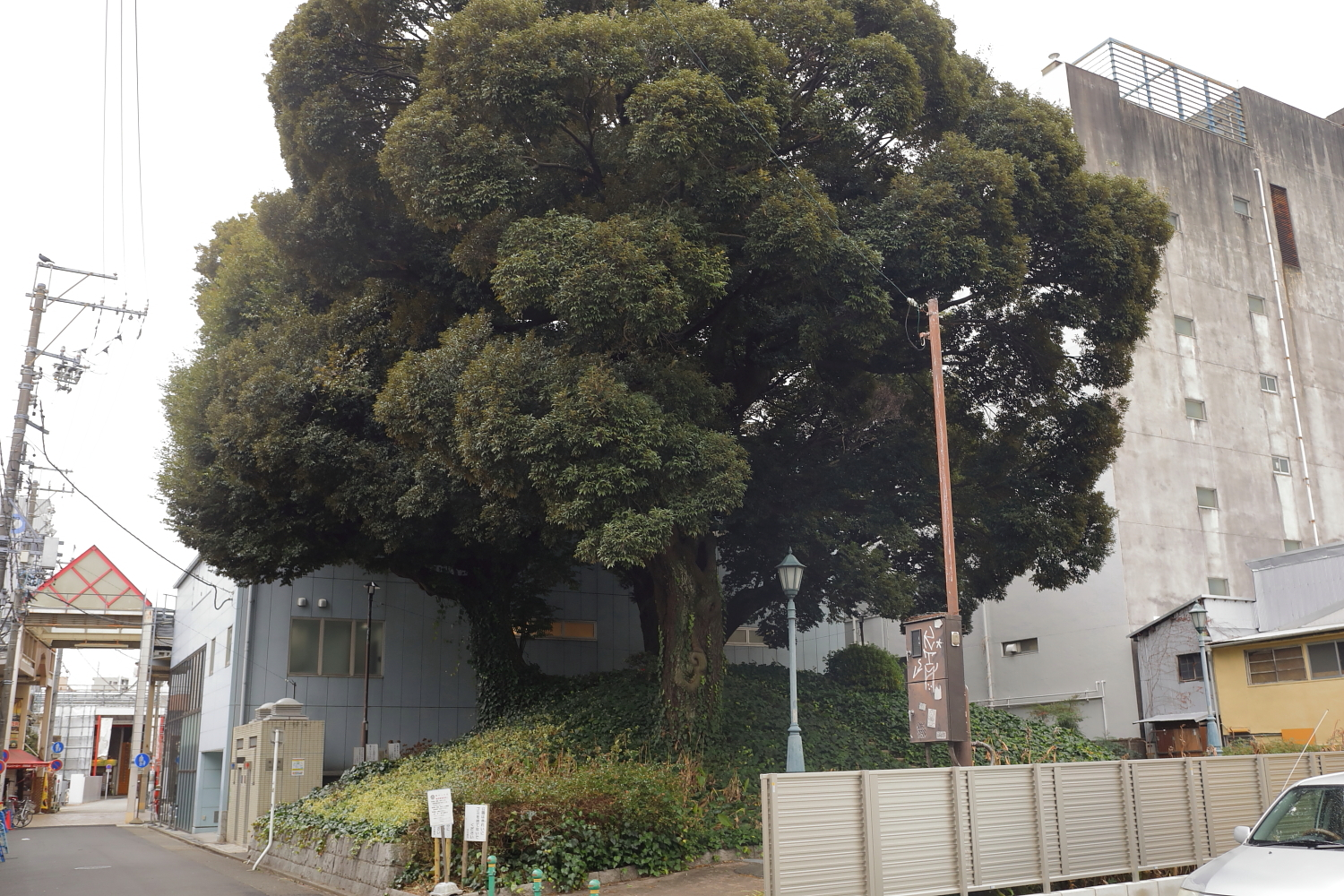
那古野山古墳 （2021年2月）
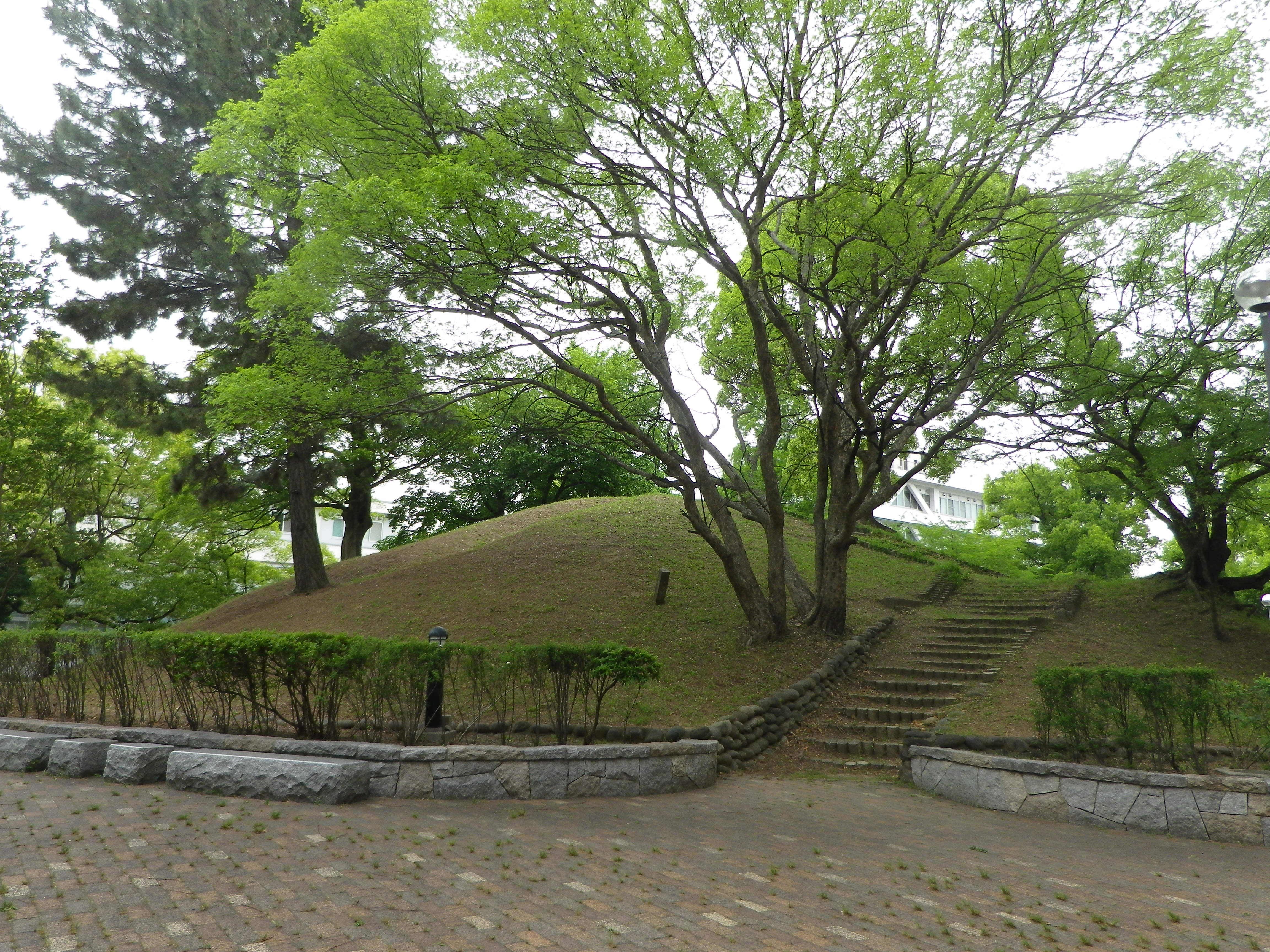
一本松古墳 （2016年5月）
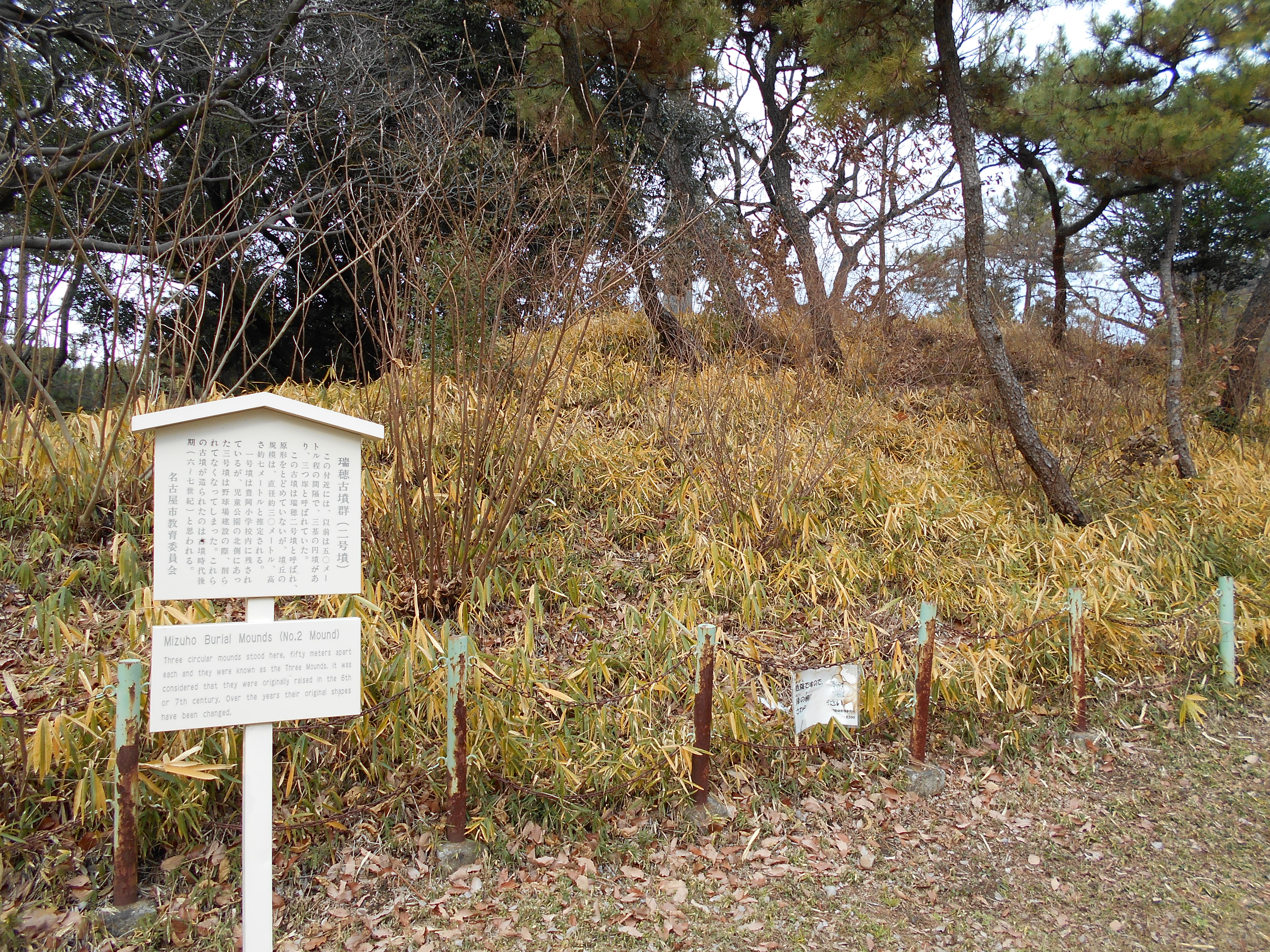
瑞穂2号墳 （2016年1月）
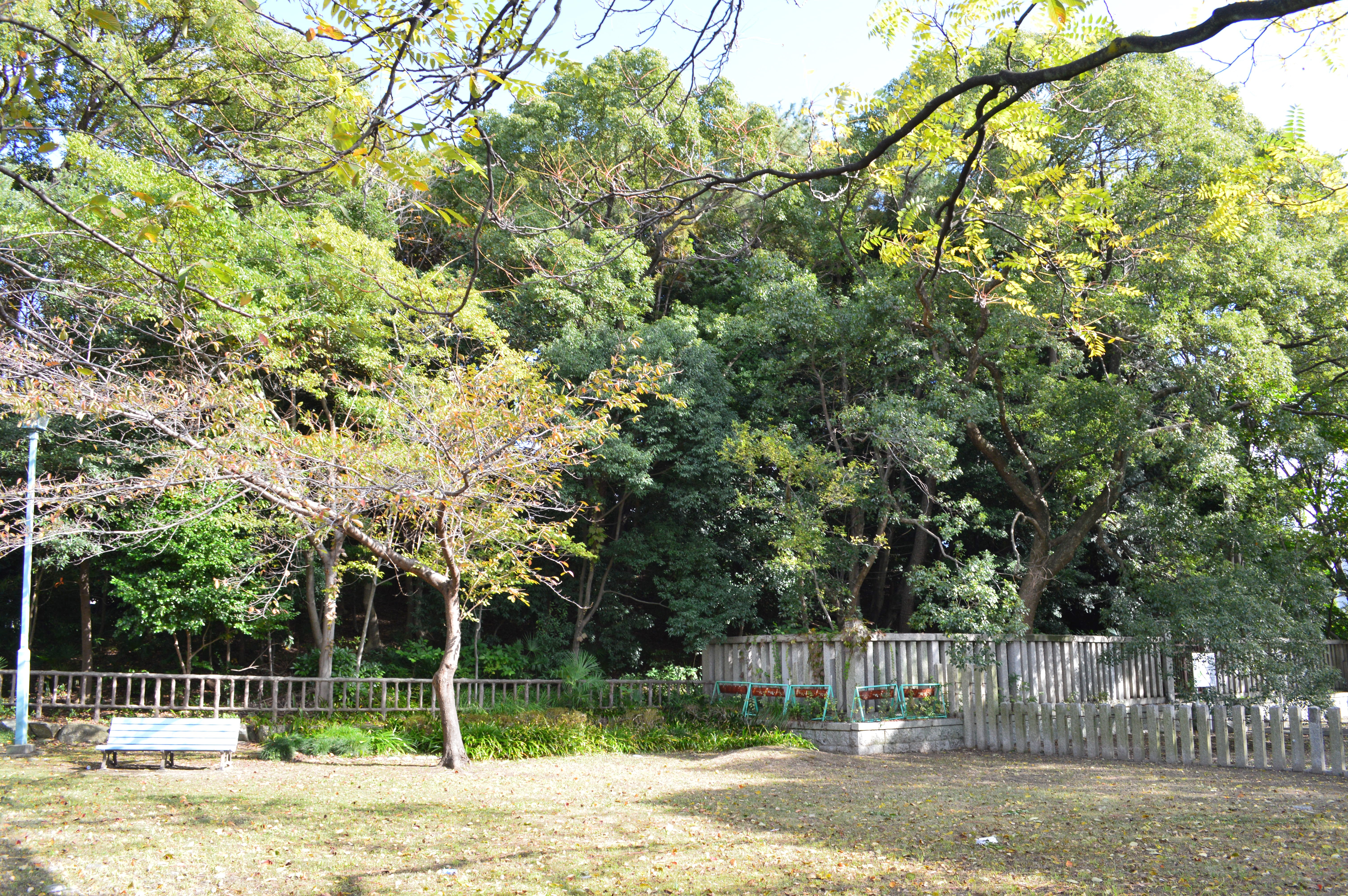
白鳥古墳 （2014年11月）
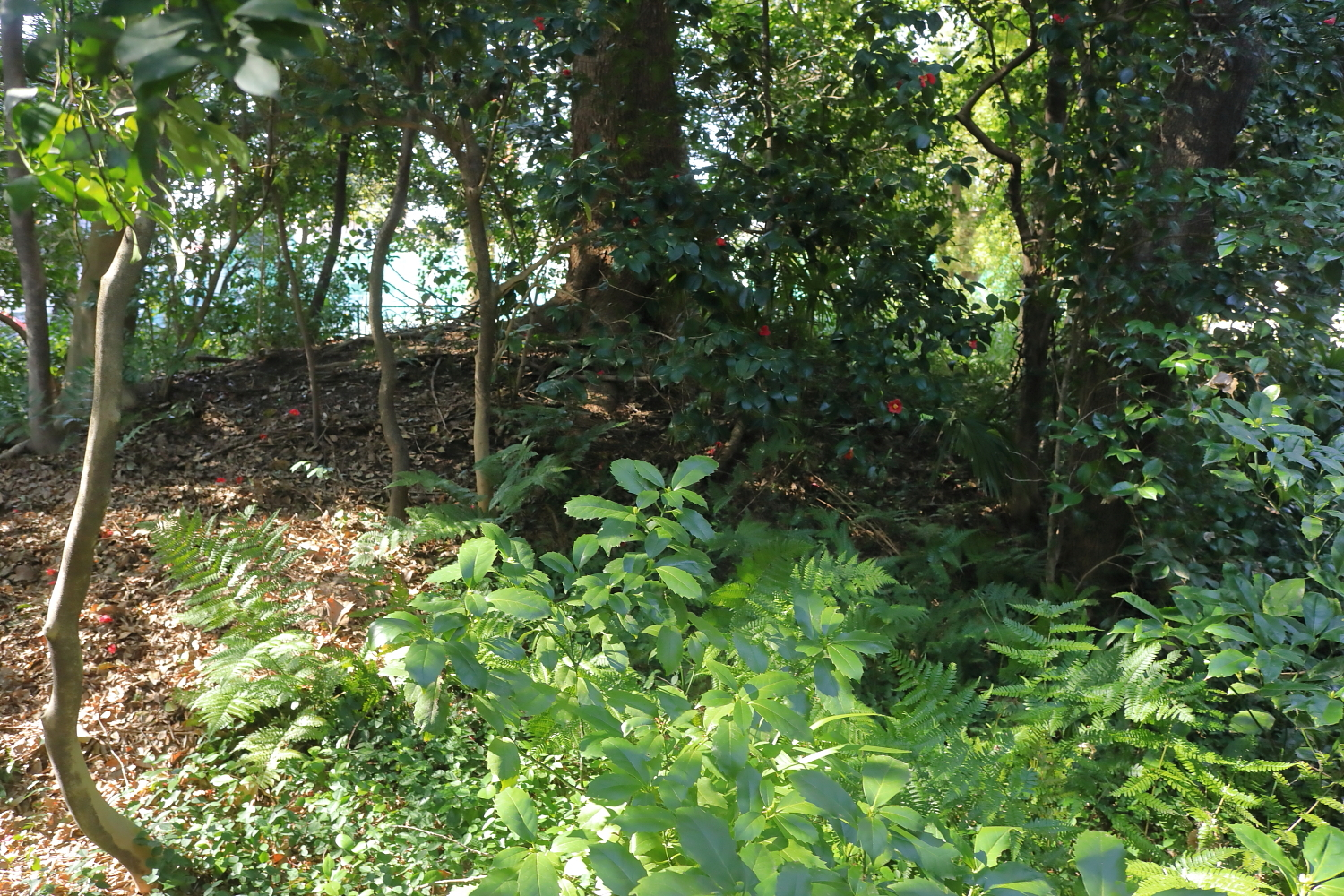
高蔵3号墳 （2021年3月）
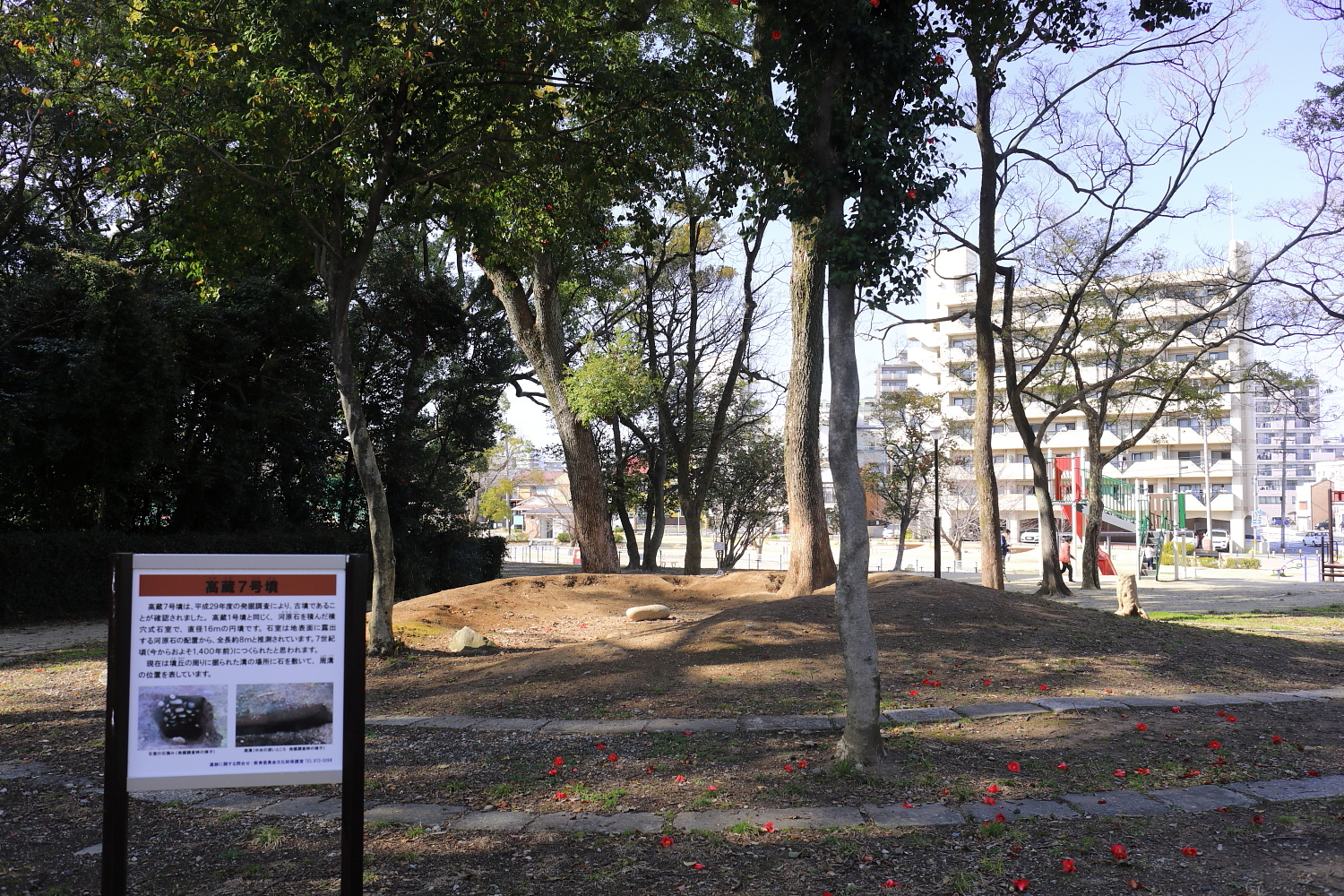
高蔵7号墳 （2021年3月）
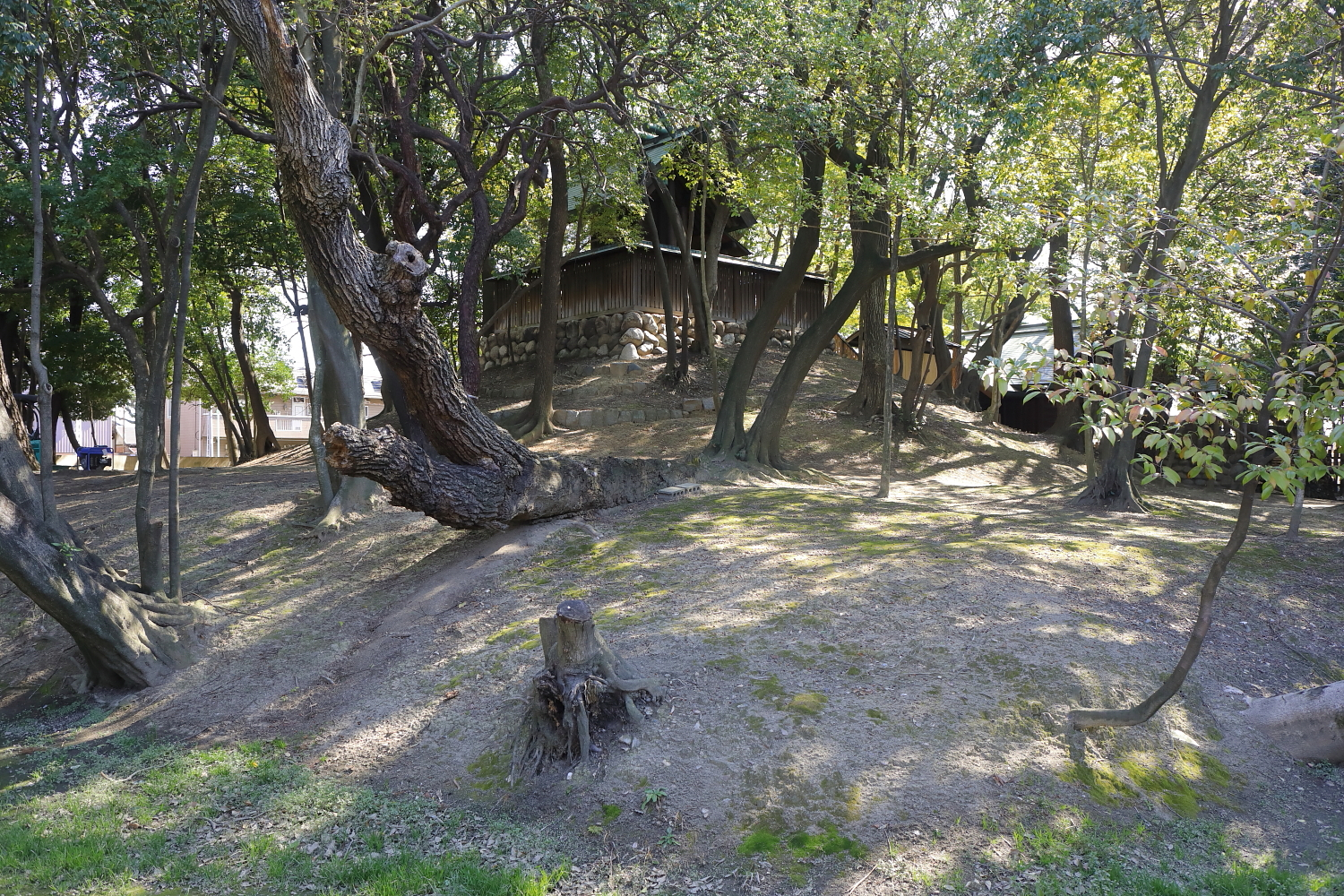
桜神明社古墳 （2021年2月）
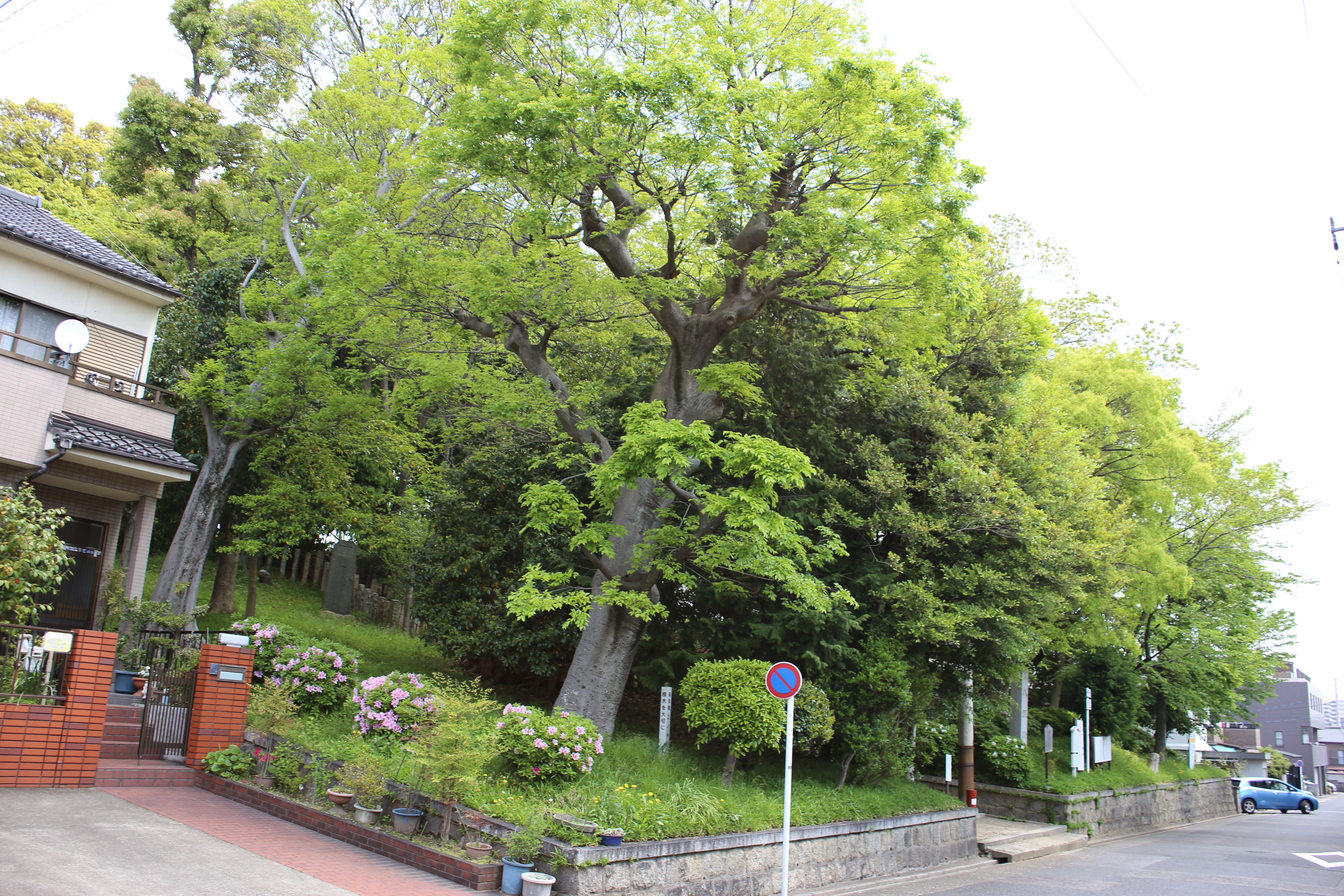
鳥栖八剣社古墳 （2016年4月）
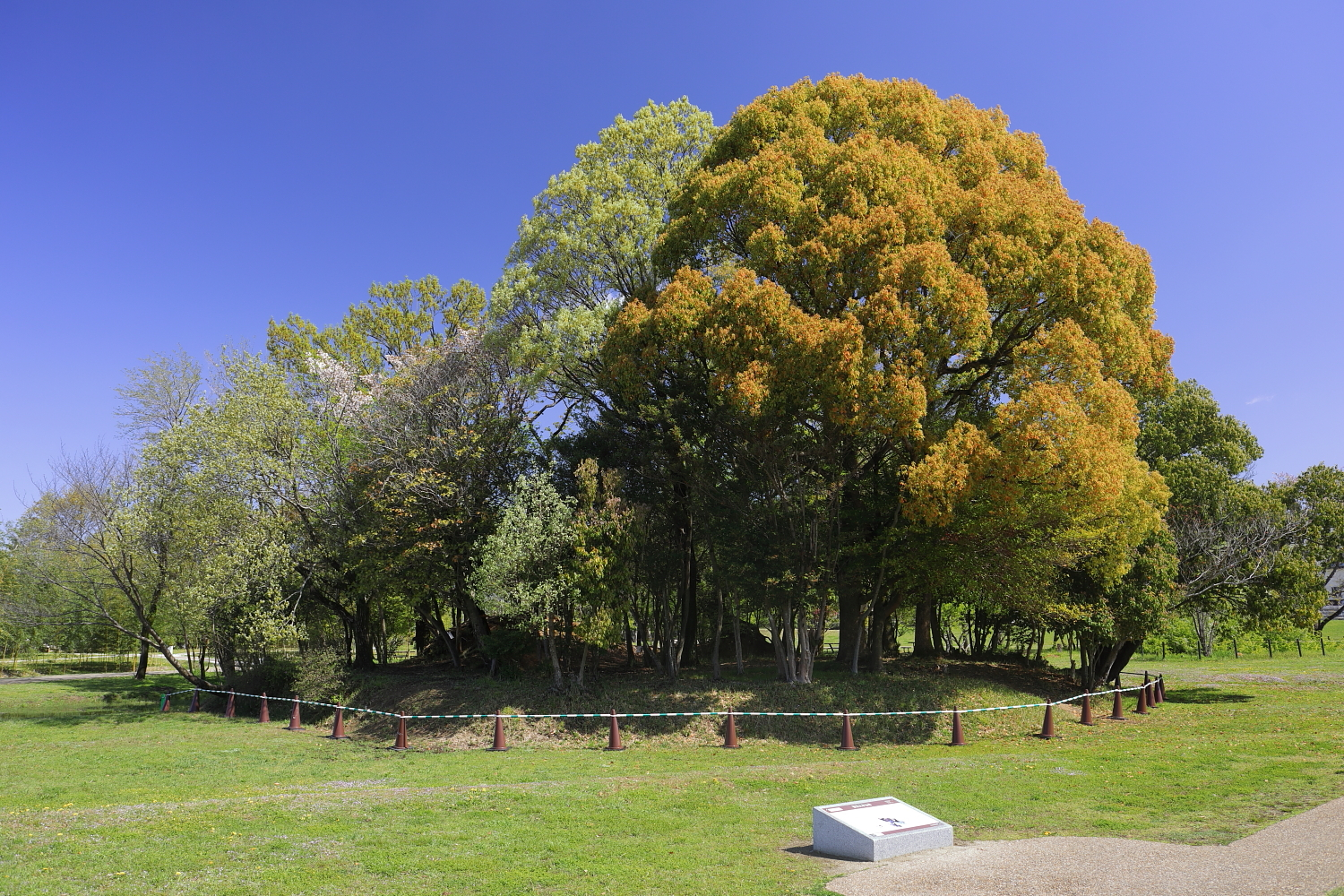
東大久手古墳 （2021年4月）
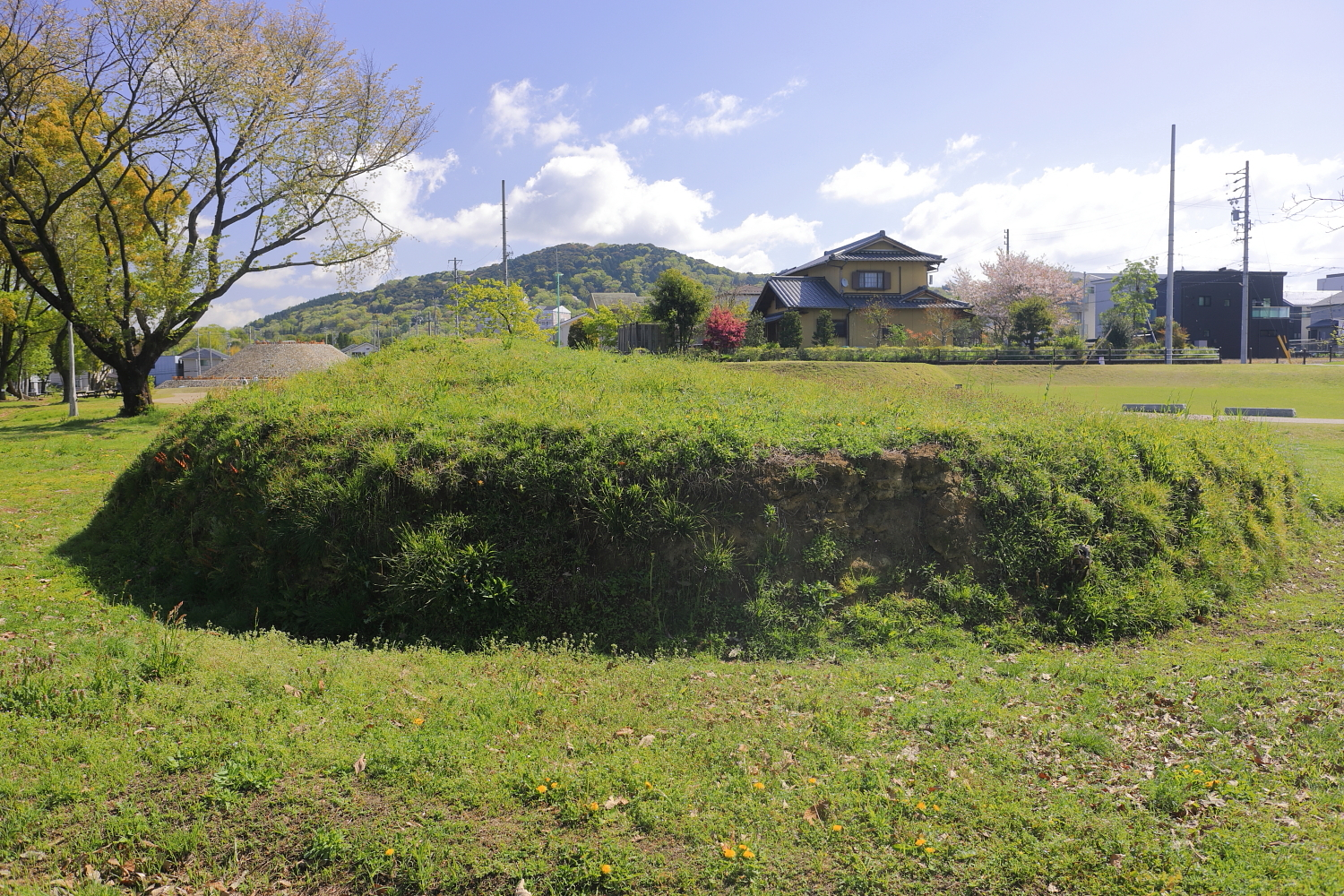
大塚3号墳 （2021年4月）
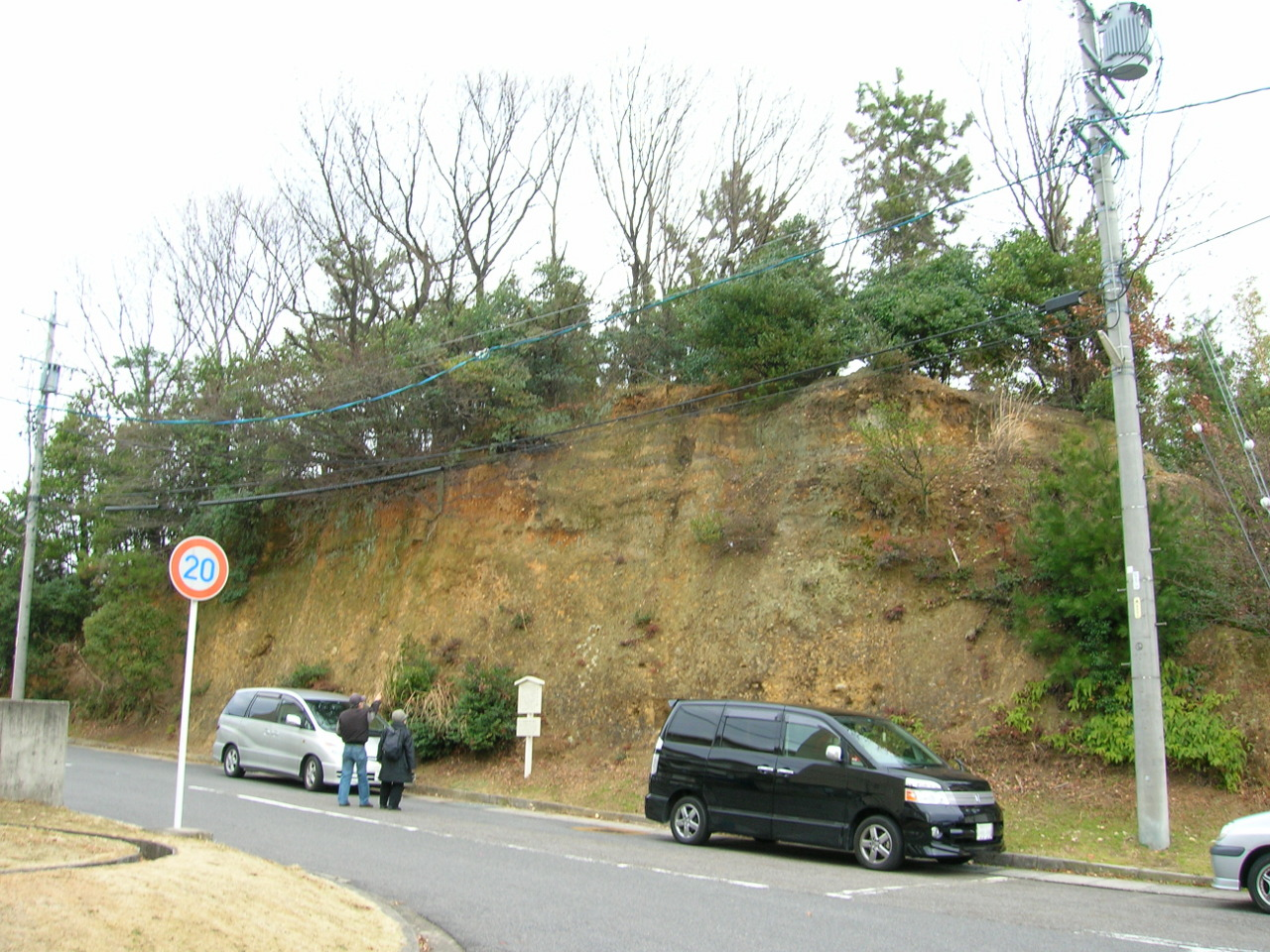
小幡茶臼山古墳 （2009年1月）
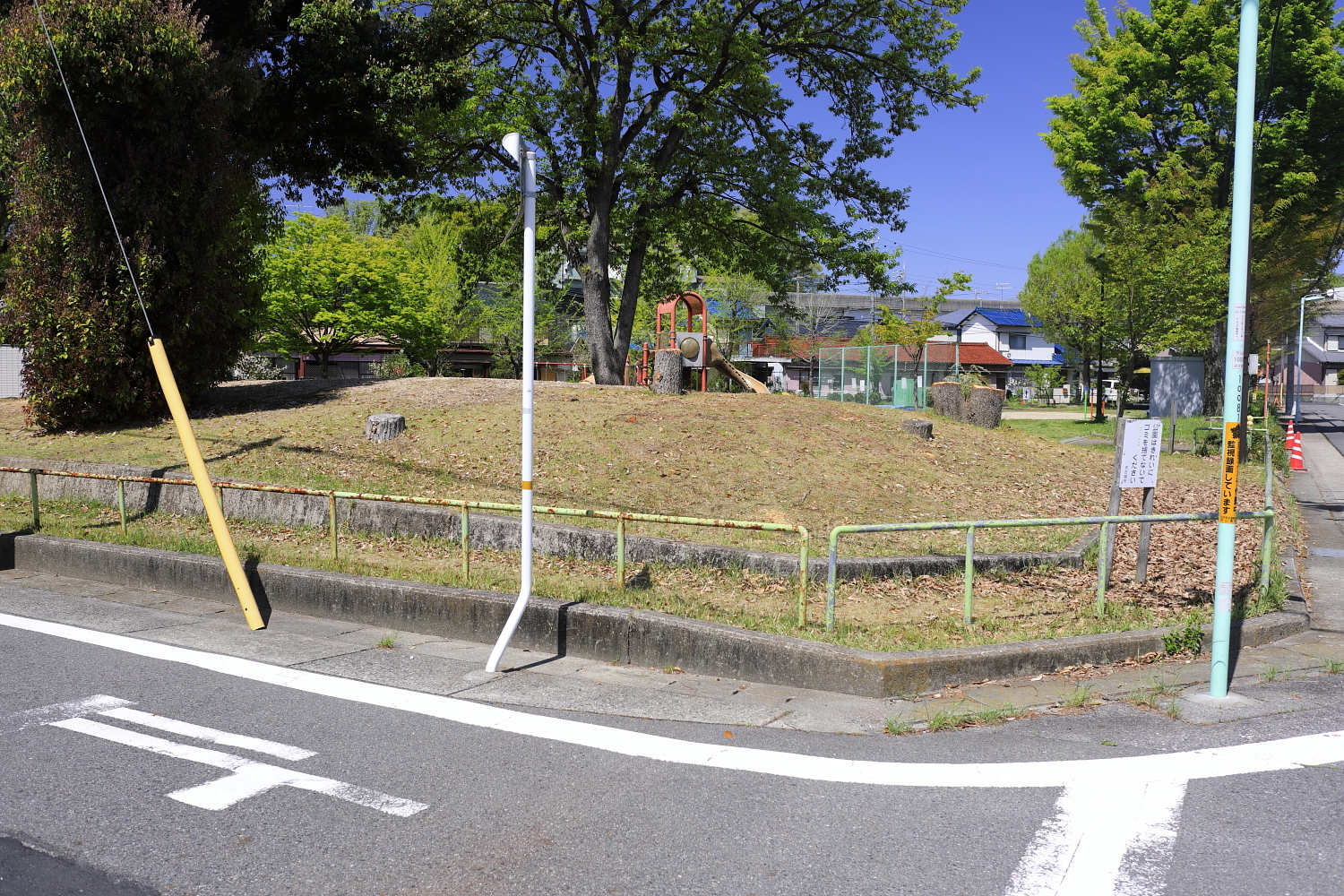
川東山9号墳 （2021年4月）
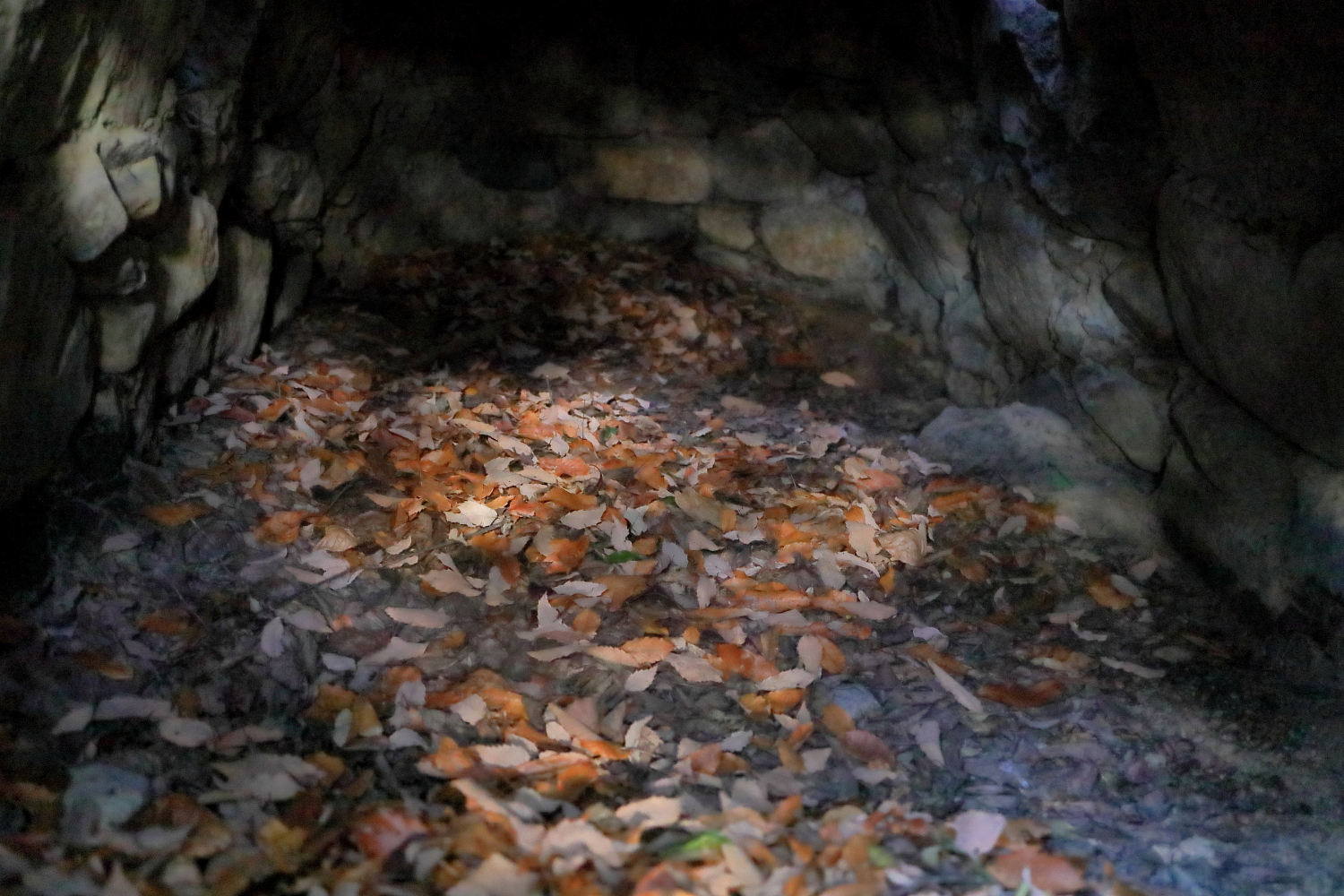
東谷山28-A号墳 （2021年1月）
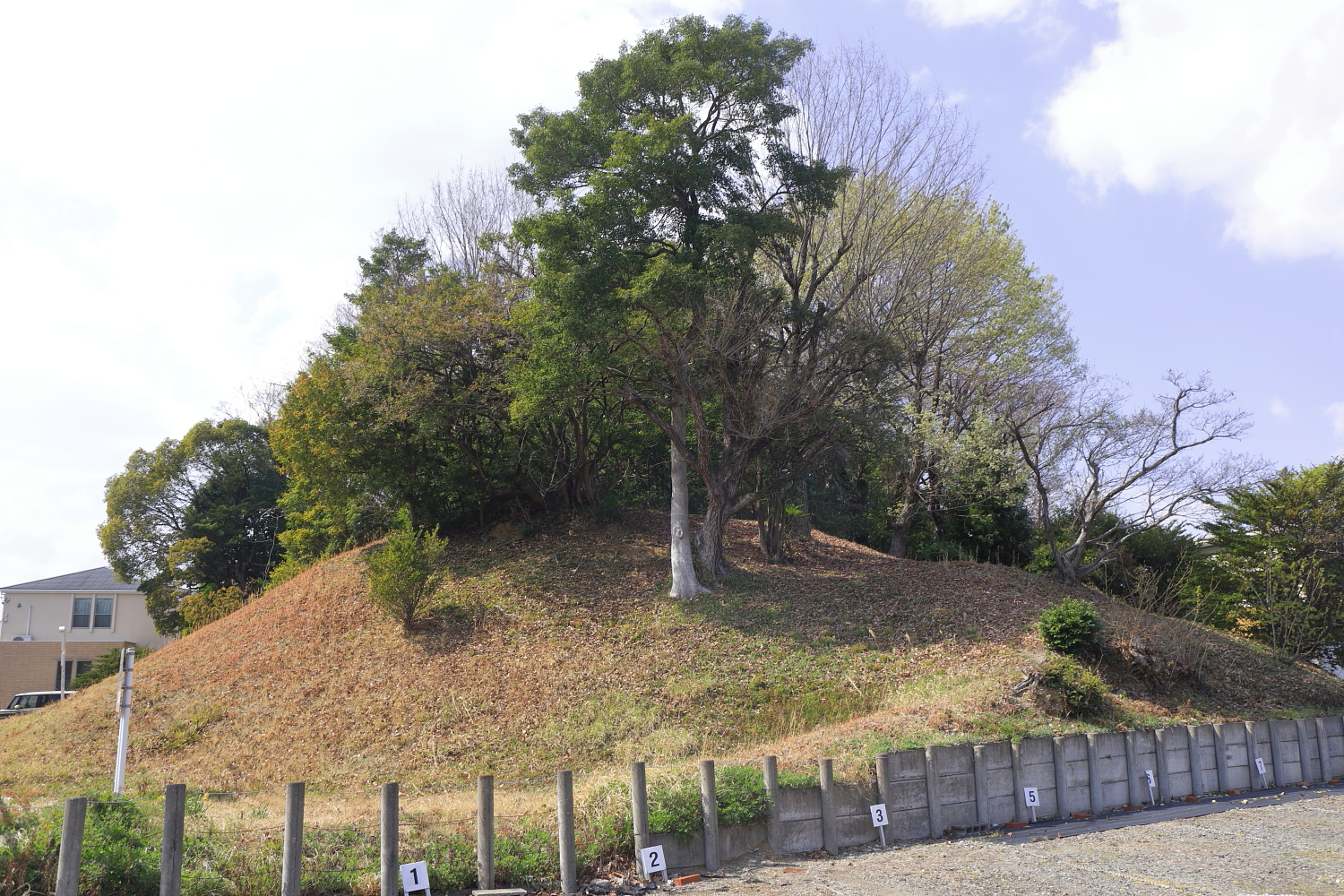
長塚古墳 （2021年3月）
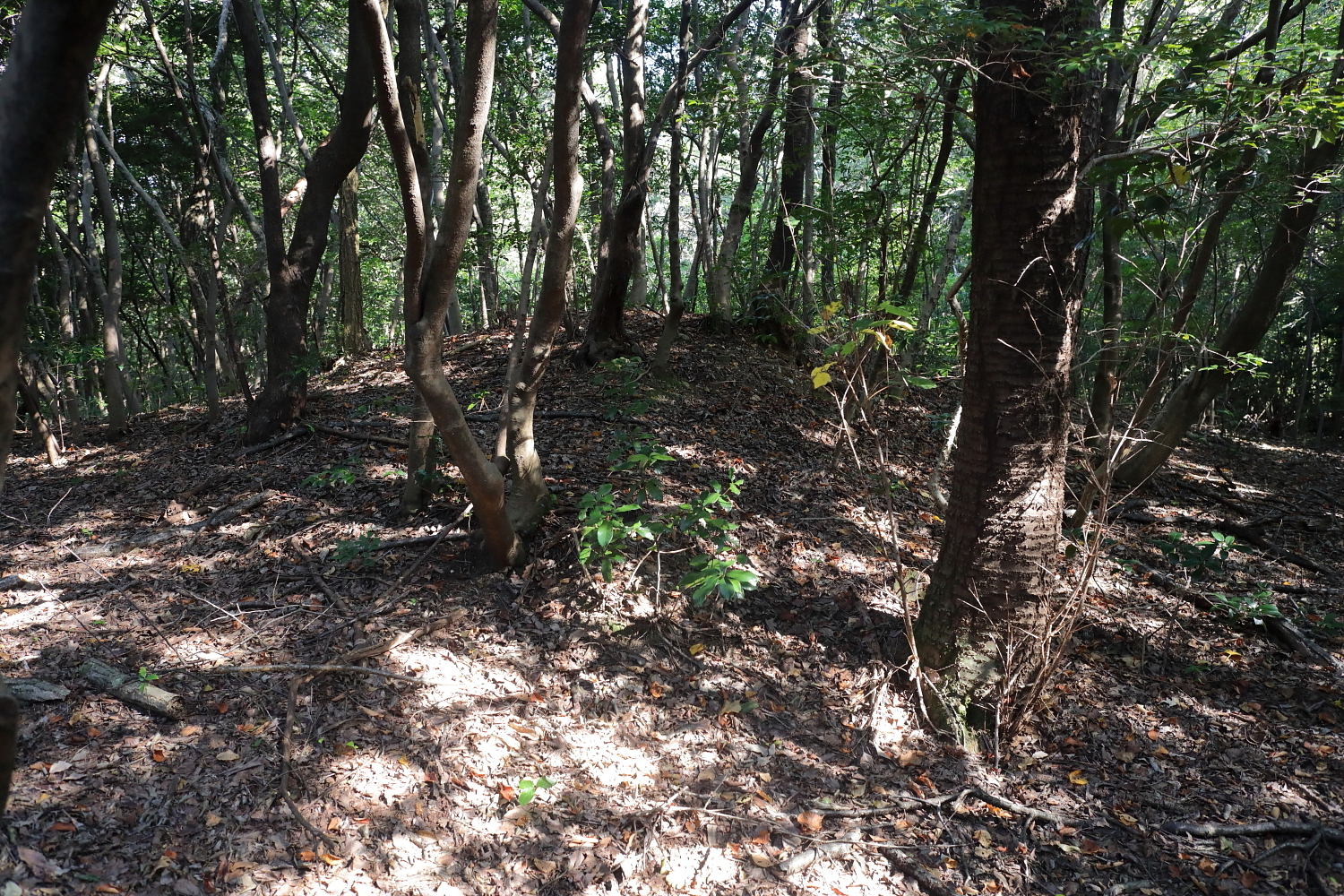
小幡緑地2号墳 （2021年10月）
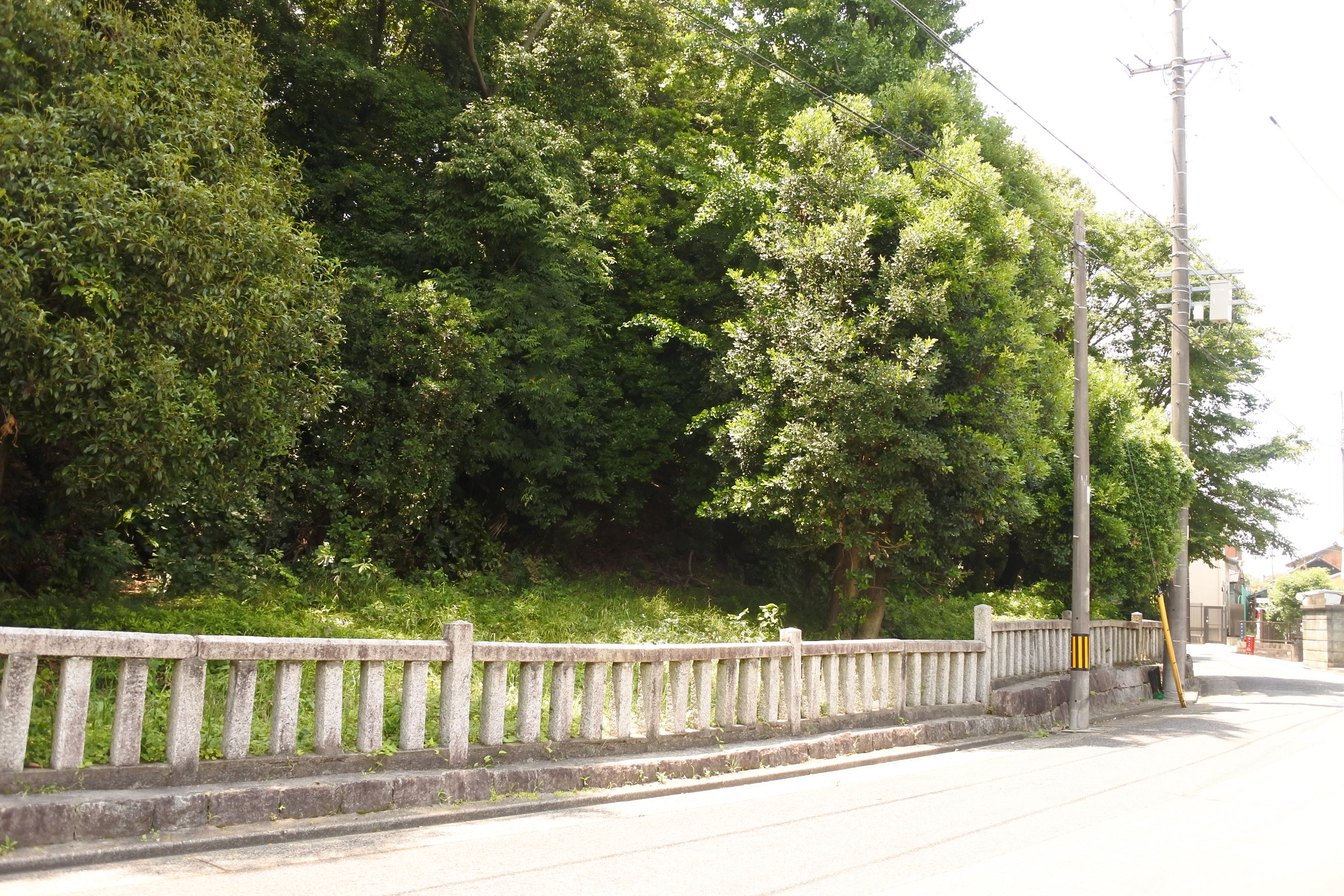
守山白山古墳 （2018年6月）
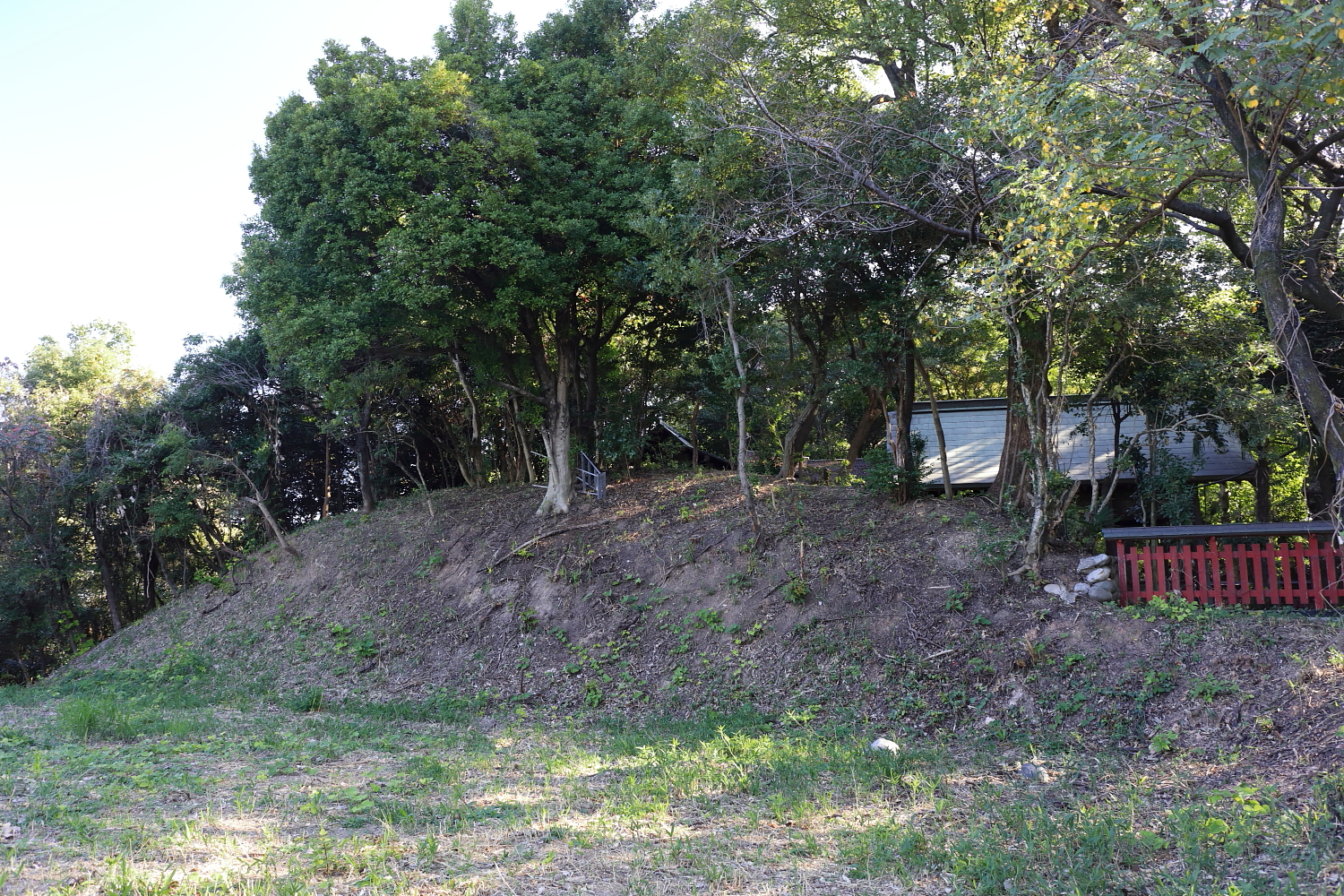
斎山古墳 （2021年10月）
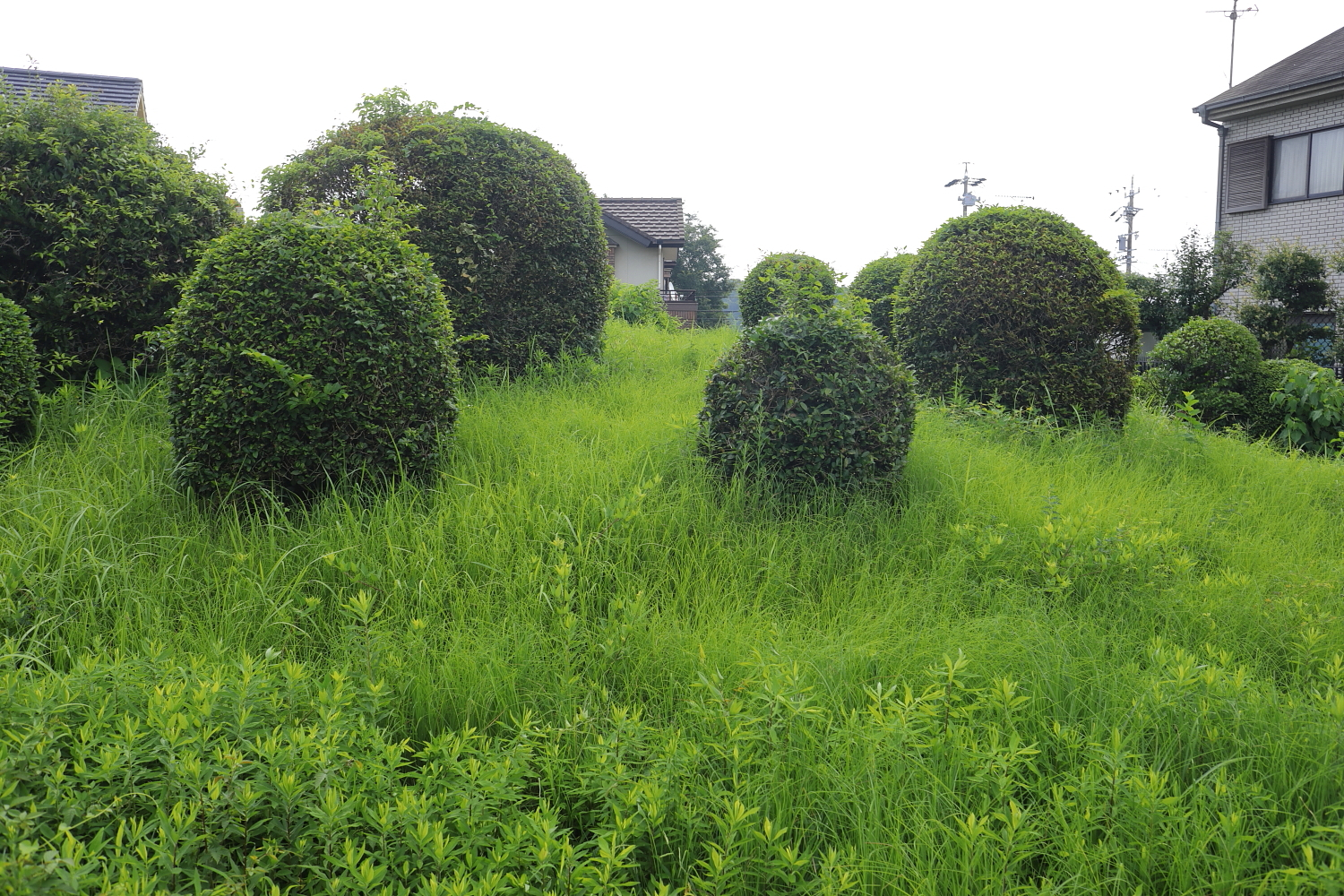
鳴海大塚古墳 （2020年8月）

#### 古代
集落
- 東二葉町遺跡 - 東区白壁。
- 味鋺B遺跡 - 北区楠町。
- 伊勢山中学校遺跡 - 中区正木。古渡遺跡群を構成する。
- 金山北遺跡 - 中区金山。古渡遺跡群を構成する。
- 白川公園遺跡 - 中区栄。
- 竪三蔵通遺跡 - 中区栄。
- 名古屋城三の丸遺跡 - 中区三の丸。
- 東古渡町遺跡 - 中区金山・熱田区金山町。古渡遺跡群を構成する。
- 富士見町遺跡 - 中区上前津・富士見町・大井町ほか。
- 古沢町遺跡 - 中区伊勢山・金山。古渡遺跡群を構成する。
- 正木町遺跡 - 中区正木。古渡遺跡群を構成する。
- 瑞穂グラウンド遺跡 - 瑞穂区汐路町・萩山町・豊岡通。
- 高蔵遺跡 - 熱田区高蔵町・外土居町・夜寒町・五本松町・花町ほか。
- 玉ノ井遺跡 - 熱田区玉の井町。
- 桜台高校遺跡 - 南区楠町・霞町・春日野町・若草町。。
- 桜本町遺跡 - 南区霞町・桜本町・扇田町ほか。
- 曽池遺跡 - 南区呼続・曽池町ほか。
- 戸部町遺跡 - 南区呼続・戸部町。
- 見晴台遺跡 - 南区見晴町・弥生町ほか。
- 小幡遺跡 - 守山区小幡南。
- 海東遺跡 - 守山区上志段味。
- 天白元屋敷遺跡 - 守山区大字中志段味。

寺院
- 尾張元興寺遺跡 - 中区正木。古渡遺跡群を構成する。
- 名古屋城三の丸遺跡 - 中区三の丸。
- 古観音廃寺 - 昭和区塩付通・長戸町。
- 極楽寺跡 - 昭和区村雲町。
- 八事小堂跡 - 昭和区八事富士見。
- 小幡廃寺 - 守山区西新。
- 小幡花ノ木遺跡 - 守山区小幡南。
- 鳴海廃寺 - 緑区鳴海町。
- 西大高廃寺（猫塚遺跡） - 緑区大高町。

窯業生産遺跡
- H-72号窯跡 - 千種区園山町。名古屋大学構内。
- H-114号窯跡 - 千種区仁座町。名古屋大学構内。
- H-115号窯跡 - 千種区桜が丘。
- H-1号窯跡 - 昭和区山手通。
- H-77号窯跡 - 昭和区妙見町。
- H-78号窯跡 - 昭和区妙見町。
- H-79号窯跡 - 昭和区広路通。
- H-89号窯跡 - 昭和区隼人町。南山教会敷地内。
- H-113号窯跡 - 昭和区山手通。
- 松ケ洞古窯跡 - 守山区竜泉寺。
- NA203号窯跡 - 緑区大高町。
- NA204号窯跡 - 緑区大高町。
- NA207号窯跡 - 緑区大高町。
- NA208号窯跡 - 緑区大高町。
- NN104号窯跡 - 緑区桃山。
- NN234号窯跡 - 緑区黒沢台。
- NN245号窯跡 - 緑区亀が洞。
- NN258号窯跡 - 緑区赤松。
- NN259号窯跡 - 緑区白土。
- NN261号窯跡群 - 緑区鳴海町。
- NN265号窯跡 - 緑区乗鞍。
- NN266号窯跡 - 緑区乗鞍。
- NN268号窯跡 - 緑区徳重。
- NN275号窯跡 - 緑区徳重。
- NN278号窯跡 - 緑区徳重。
- NN279号窯跡 - 緑区徳重。
- NN282号窯跡 - 緑区小坂。
- NN311号窯跡 - 緑区亀が洞。
- 熊ノ前古窯跡群 - 緑区鳴海町。
  - NN249号窯跡 - 緑区鳴海町。
  - NN250号窯跡 - 緑区鳴海町。
  - NN284号窯跡 - 緑区鳴海町。
  - NN285号窯跡 - 緑区鳴海町。
- 高針原1号窯跡 - 名東区高針原。
- I-101号窯跡 - 天白区焼山。
- I-102号窯跡 - 天白区鴻の巣。
- NN103号窯跡 - 天白区土原。
- NN105号窯跡 - 天白区久方。
- NN112号窯跡 - 天白区天白町大字平針。
- NN288号窯跡 - 天白区天白町大字平針。
- NN289号窯跡 - 天白区天白町大字平針。

その他
- 東大曽根一丁目遺跡 - 北区東大曽根。
- 松原遺跡 - 中区松原。
- 小幡緑地蔵骨器出土遺跡 - 守山区大字牛牧。

#### 中世
集落
- 片山神社遺跡 - 東区芳野。
- 志賀公園遺跡 - 北区平手町・西志賀町・中丸町。志賀公園内。
- 平手町遺跡 - 北区平手町。
- 若葉通遺跡 - 北区若葉通・石園町。
- 尾張元興寺遺跡 - 中区正木。古渡遺跡群を構成する。
- 大喜遺跡 - 瑞穂区大喜新町。
- 仁所遺跡 - 瑞穂区丸根町・中根町・軍水町。
- 瑞穂遺跡 - 瑞穂区前田町・牧町・豊岡通ほか。
- 熱田-B遺跡 - 熱田区伝馬。
- 熱田神宮内遺跡 - 熱田区神宮。
- 高蔵遺跡 - 熱田区高蔵町・外土居町・夜寒町・五本松町・花町ほか。
- 千音寺遺跡 - 中川区富田町大字千音寺・新家。
- 戸田遺跡 - 中川区戸田・戸田明正。
- 見晴台遺跡 - 南区見晴町・弥生町ほか。
- 天白元屋敷遺跡 - 守山区大字中志段味。
- 鳴海廃寺 - 緑区鳴海町。

- 陶丸（見晴台遺跡出土）
（2020年2月）

城館
- 上野城跡 - 千種区上野。
- 小関城跡 - 千種区下方町？。
- 末盛城跡 - 千種区城山町。
- 小川屋敷跡 - 北区如意？。

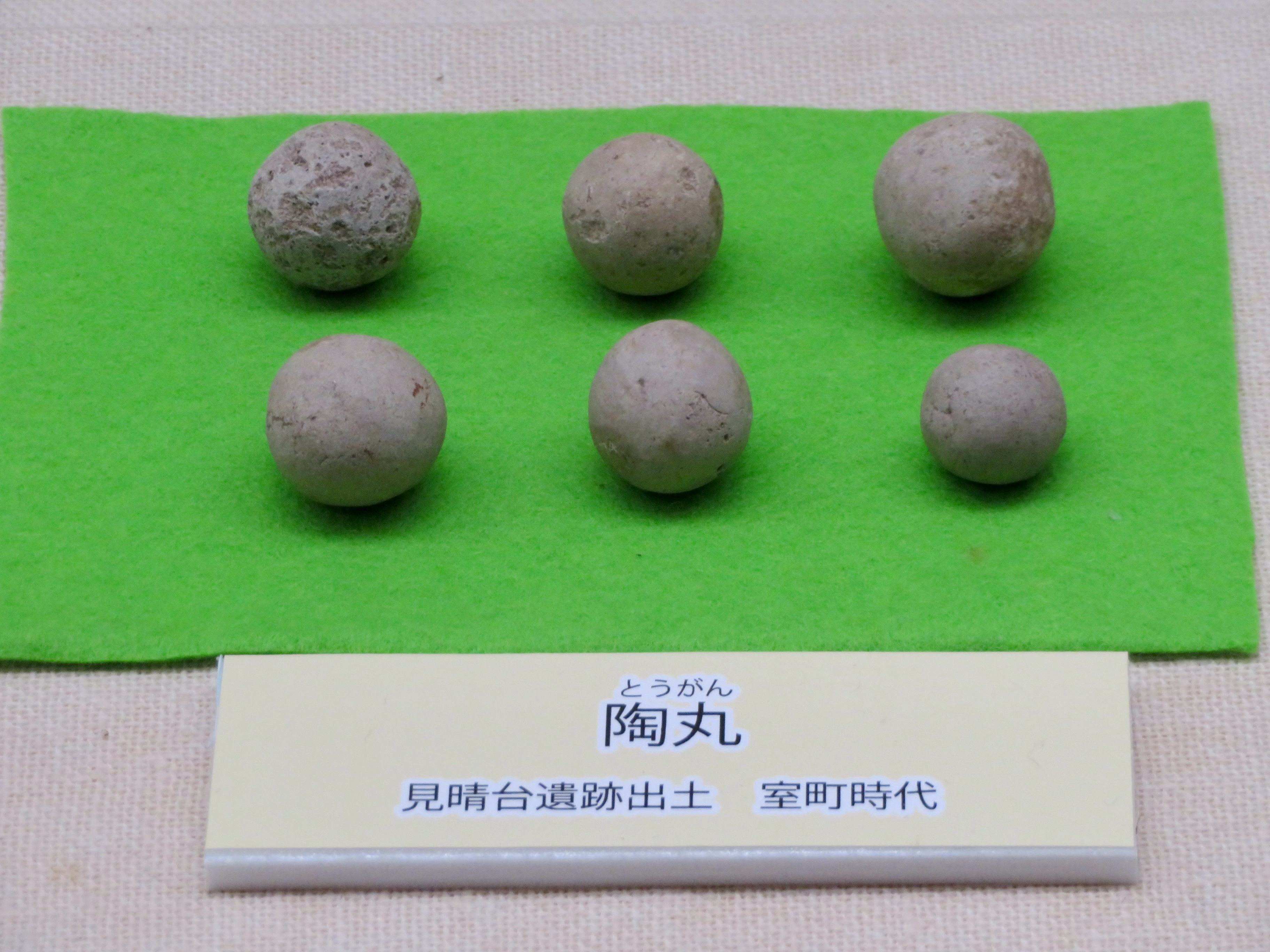
陶丸（見晴台遺跡出土） （2020年2月）

- 志賀城跡 - 北区平手町ほか。志賀公園内。
- 田幡城跡 - 北区金城。
- 西志賀城跡 - 北区。
- 如意城跡 - 北区如意。
- 丹羽長秀屋敷跡 - 北区楠味鋺。
- 安井城跡 - 北区安井。
- 山口屋敷跡 - 北区。
- 大野木城跡 - 西区大野木。
- 押切城跡 - 西区浅間。
- 坂井戸城跡 - 西区山田町大字上小田井。
- 名塚砦跡 - 西区名塚町。
- 丹羽長忠屋敷跡 - 西区稲生町。
- 丹羽長政屋敷跡 - 西区児玉。
- 比良城跡 - 西区比良。光通寺境内。
- 平田城跡 - 西区城町。
- 秋田屋敷跡 - 中村区岩塚町？。
- 稲葉地城跡 - 中村区城屋敷町・稲葉地町。
- 岩塚城跡 - 中村区岩塚町。
- 烏森城跡 - 中村区烏森町。
- 栗山城跡 - 中村区日比津町。
- 米野城跡 - 中村区太閤・権現通。
- 日比津城跡 - 中村区日比津町。
- 松葉屋敷跡 - 中村区日比津町。
- 吉田屋敷跡 - 中村区岩塚町？。
- 伊勢山中学校遺跡 - 中区正木。古渡遺跡群を構成する。
- 小林城跡 - 中区大須。
- 竪三蔵通遺跡 - 中区栄。
- 名古屋城三の丸遺跡 - 中区三の丸。
- 旅籠町遺跡 - 中区松原。
- 日置城跡 - 中区松原。
- 古沢町遺跡 - 中区伊勢山・金山。古渡遺跡群を構成する。
- 古渡城跡 - 中区橘。
- 前津小林城跡 - 中区。
- 川名北城跡 - 昭和区川名本町。
- 川名南城跡 - 昭和区広路本町・広路通。
- 御器所西城跡 - 昭和区御器所。
- 御器所東城跡 - 昭和区御器所。
- 吉野右馬允屋敷 - 昭和区村雲町。
- 五郎丸屋敷跡 - 瑞穂区春敲町？。
- 大喜田光城跡 - 瑞穂区白竜町・下坂町。
- 大喜東北城跡 - 瑞穂区豊岡通。
- 髙田城跡 - 瑞穂区亀城町・雁道町。
- 田子城跡 - 瑞穂区春敲町？。
- 中根北城跡 - 瑞穂区日向町。
- 中根中城跡 - 瑞穂区丸根町・中根町。
- 中根南城跡 - 瑞穂区丸根町。
- 熱田村城跡 - 熱田区沢上。
- 前田蔵人屋敷跡 - 中川区荒子。
- 荒子城跡 - 中川区荒子・荒子町。
- 池田屋敷跡 - 中川区小城町。
- 内田三太郎屋敷跡 - 中川区戸田。
- 江松城跡 - 中川区富田町大字江松。
- 奥村屋敷跡 - 中川区荒子町。
- 下之一色城跡 - 中川区下之一色町。
- 助光城跡 - 中川区助光。
- 祖父江屋敷跡 - 中川区愛知町。
- 林屋敷跡 - 中川区。
- 東起城跡 - 中川区東起町・昭和橋通。
- 前田城跡 - 中川区前田西町・伏屋・助光。
- 円殿屋敷跡 - 中川区下之一色町。
- 榎津城跡 - 中川区富田町大字榎津。
- 市場遺跡 - 南区笠寺町。
- 市場城跡 - 南区笠寺町。
- 岡本重左衛門屋敷跡 - 南区菊住・駈上。
- 桜大地掛北城跡 - 南区桜台。
- 桜中村城跡 - 南区桜本町・元桜田町。
- 新屋敷鳥栖城跡 - 南区鳥栖。
- 新屋敷西城跡 - 南区外山・鳥栖。
- 帯刀屋敷跡 - 南区呼続。
- 寺部城跡 - 南区粕畠町・笠寺町。
- 戸部一色城跡 - 南区呼続。
- 戸部城跡 - 南区戸部町・呼続。
- 永田弥左衛門屋敷跡 - 南区呼続元町。
- 星崎城跡 - 南区本城町・本星崎町。
- 孫野氏屋敷跡 - 南区桜本町・霞町・扇田町。
- 丸根城跡 - 南区桜台・鯛取通。
- 山崎城跡 - 南区呼続元町。
- 山崎砦跡 - 南区岩戸町。
- 呼続遺跡 - 南区呼続・曽池町ほか。
- 大森城跡 - 守山区元郷。
- 小幡城跡 - 守山区西城。
- 川村北城跡 - 守山区白沢町・高島町。
- 川村南城跡 - 守山区白沢町・高島町。
- 吉根城跡 - 守山区大字吉根・深沢。
- 志段味城跡 - 守山区大字中志段味。
- 大永寺城跡 - 守山区西川原町。
- 守山城跡 - 守山区鳥羽見・市場。
- 米田城跡（簗田ケ城） - 守山区向台。
- 竜泉寺城跡 - 守山区竜泉寺。
- 大高城跡 - 緑区大高町。国の史跡。
- 久野十太夫屋敷跡 - 緑区鳴海町。
- 三王山遺跡 - 緑区鳴海町。
- 正光寺砦跡 - 緑区大高町。
- 善照寺砦跡 - 緑区鳴海町。
- 丹下砦跡（清水寺遺跡） - 緑区鳴海町。
- 中島砦跡 - 緑区鳴海町。
- 鳴海城跡 - 緑区鳴海町。
- 花井重太夫屋敷跡 - 緑区鳴海町。
- 氷上砦跡 - 緑区大高町。
- 丸根砦跡 - 緑区大高町。国の史跡。
- 鷲津砦跡 - 緑区大高町。国の史跡。
- 一色城跡 - 名東区一社。
- 猪子石城跡 - 名東区神月町。
- 上社城跡 - 名東区上社。
- 下社城跡 - 名東区陸前町。明徳寺境内にあたる。
- 高針城跡 - 名東区高針。
- 植田城跡 - 天白区植田。
- 島田城跡 - 天白区島田。
- 平針北城跡 - 天白区平針。
- 平針城跡 - 天白区天白町大字平針。

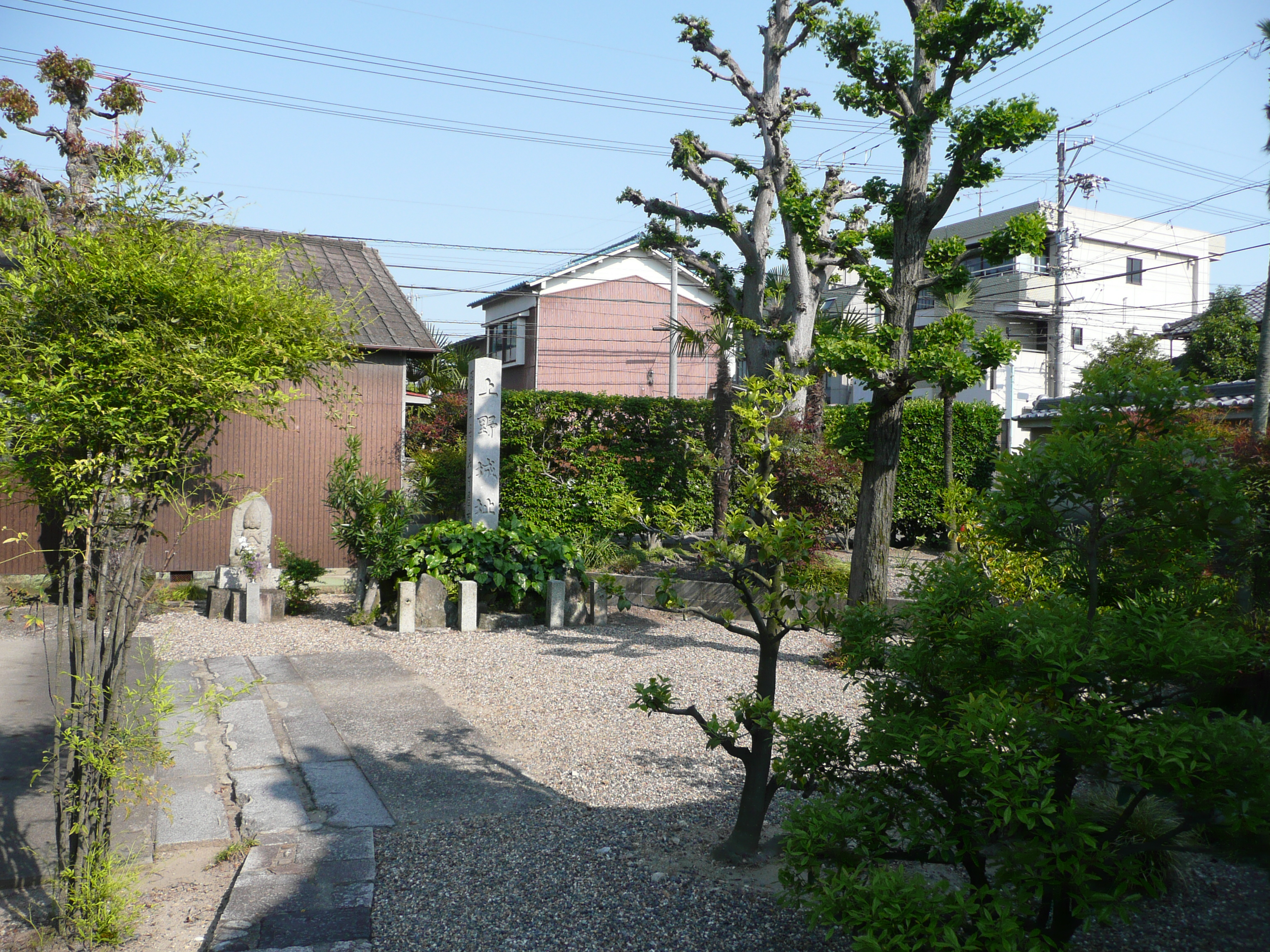
永弘院にある上野城址碑 （2010年5月）
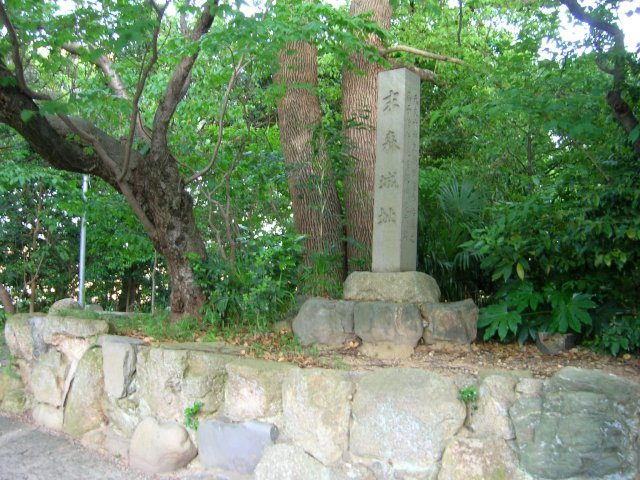
末盛城址碑 （2007年5月）
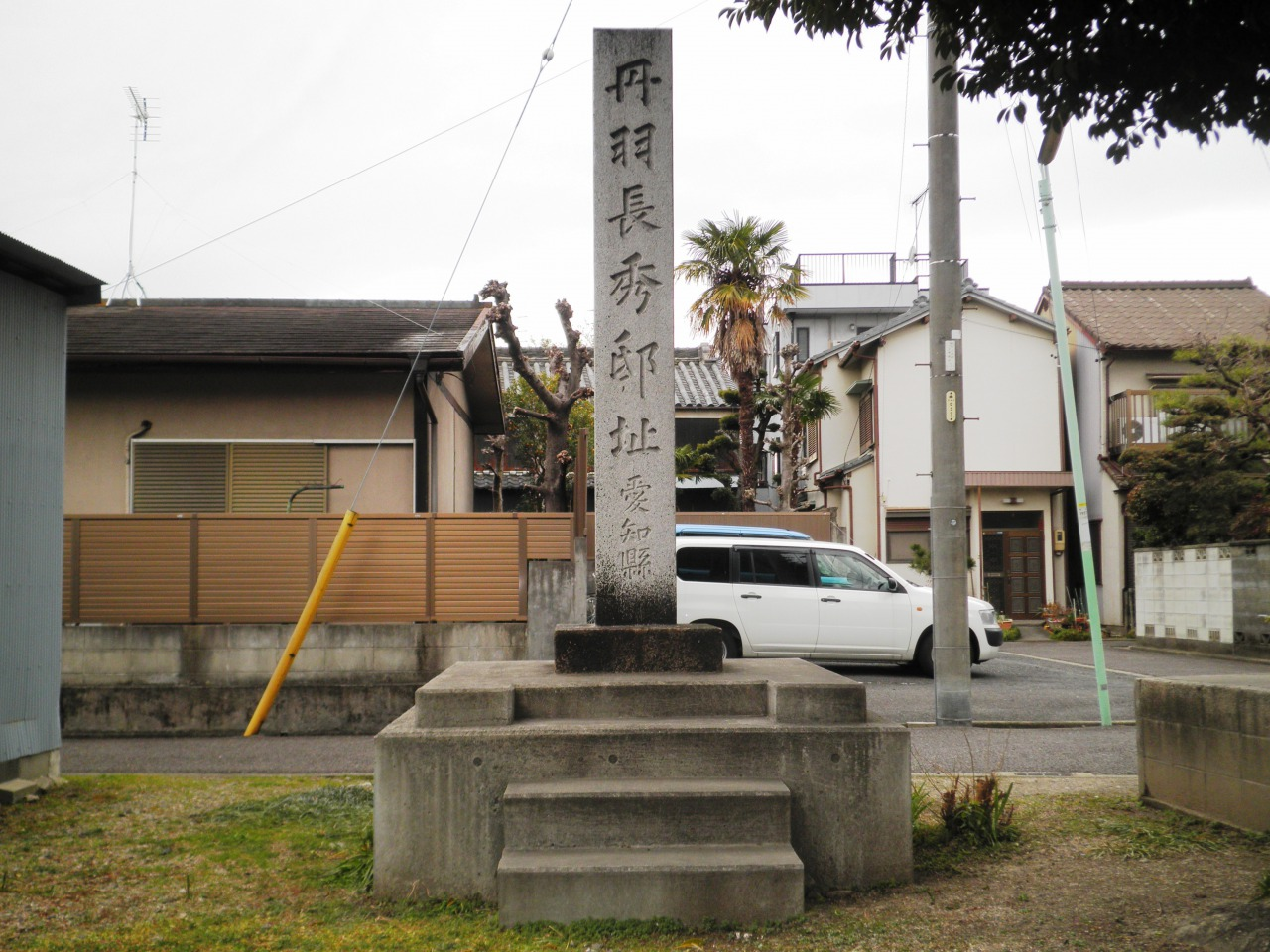
丹羽長秀屋敷跡碑 （2012年4月）
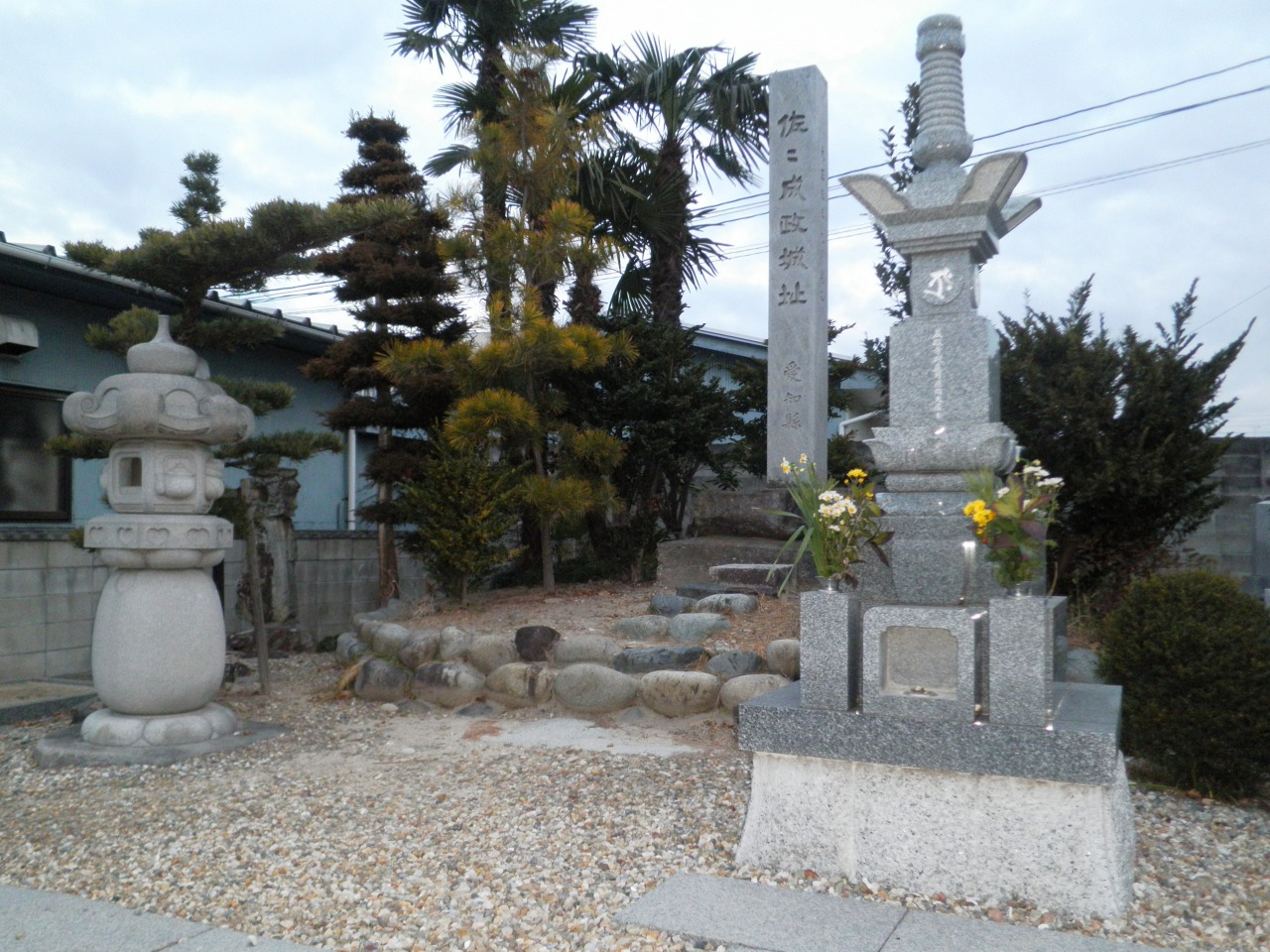
比良城跡に立つ佐々成政城址碑 （2012年1月）
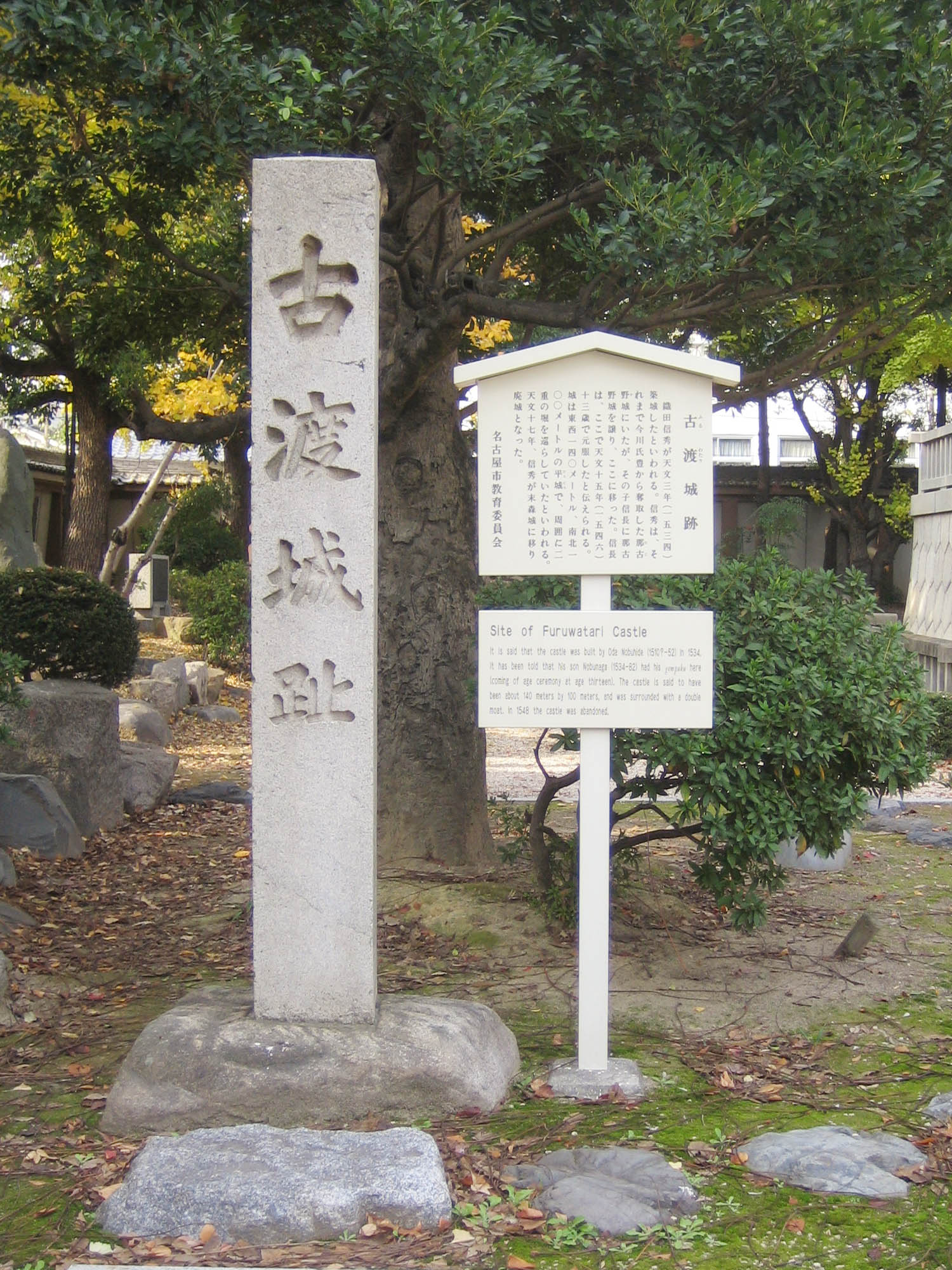
古渡城址碑 （2005年11月）
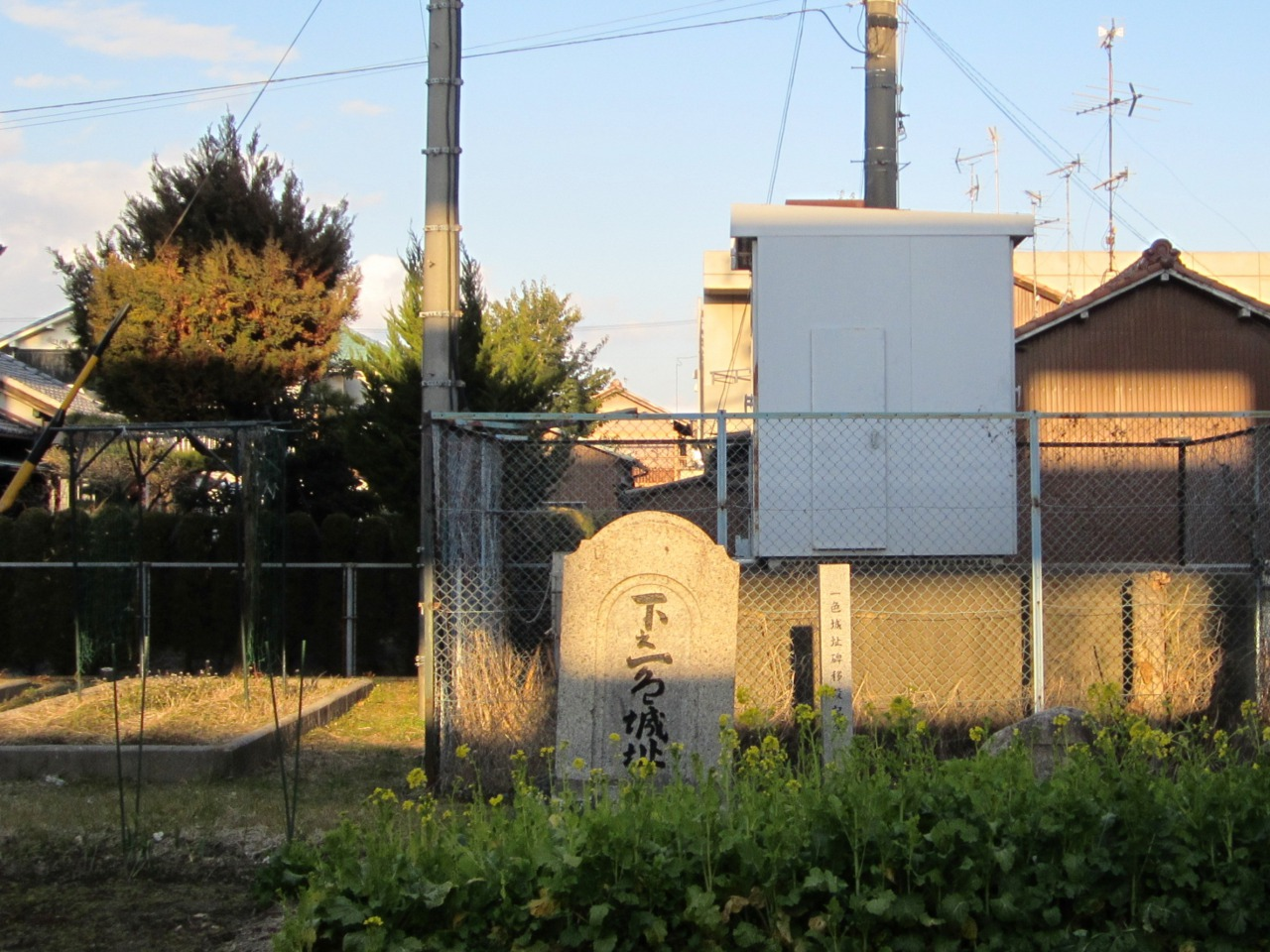
下之一色城址碑 （2013年7月）
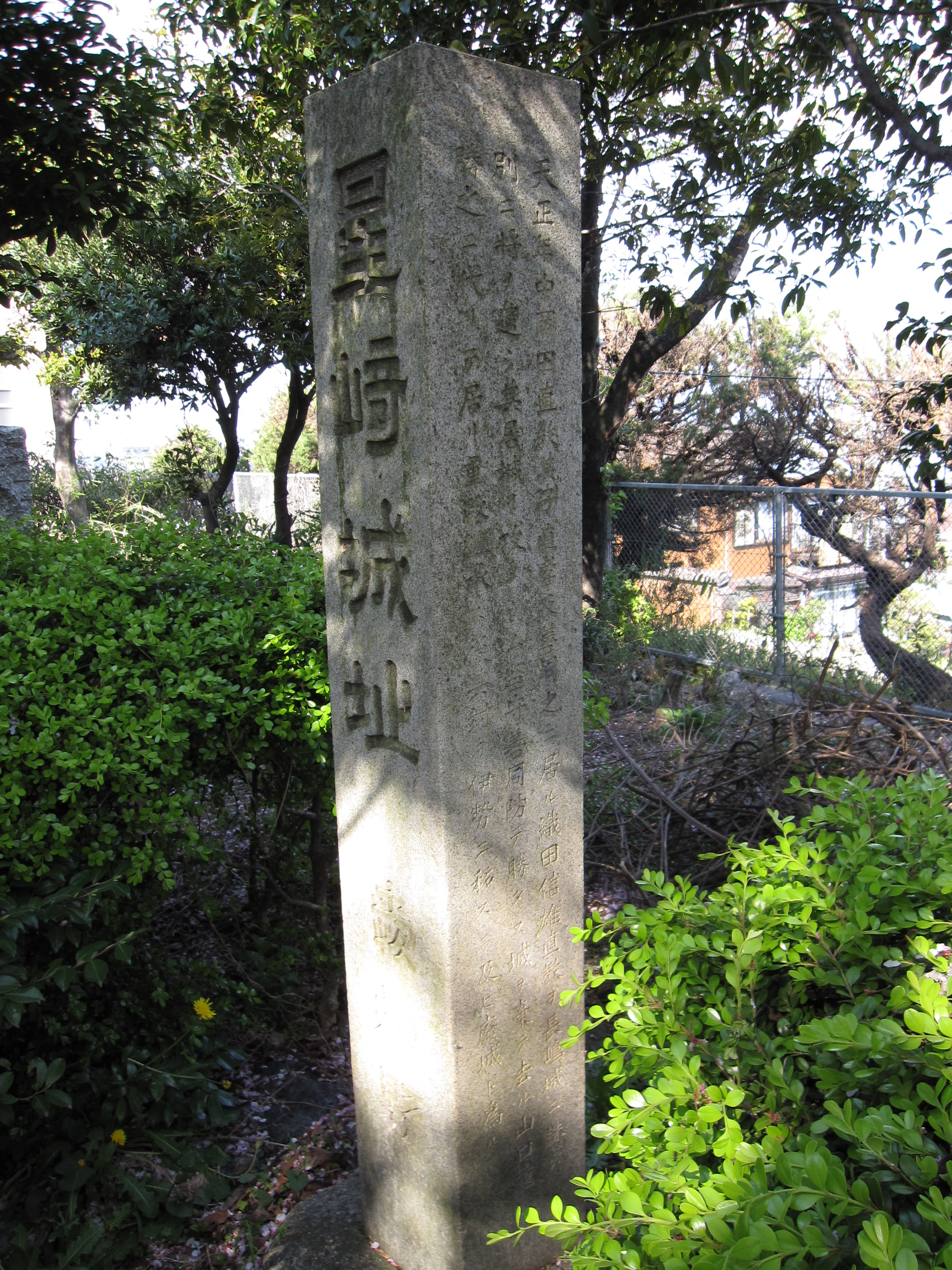
星崎城址碑 （2009年4月）
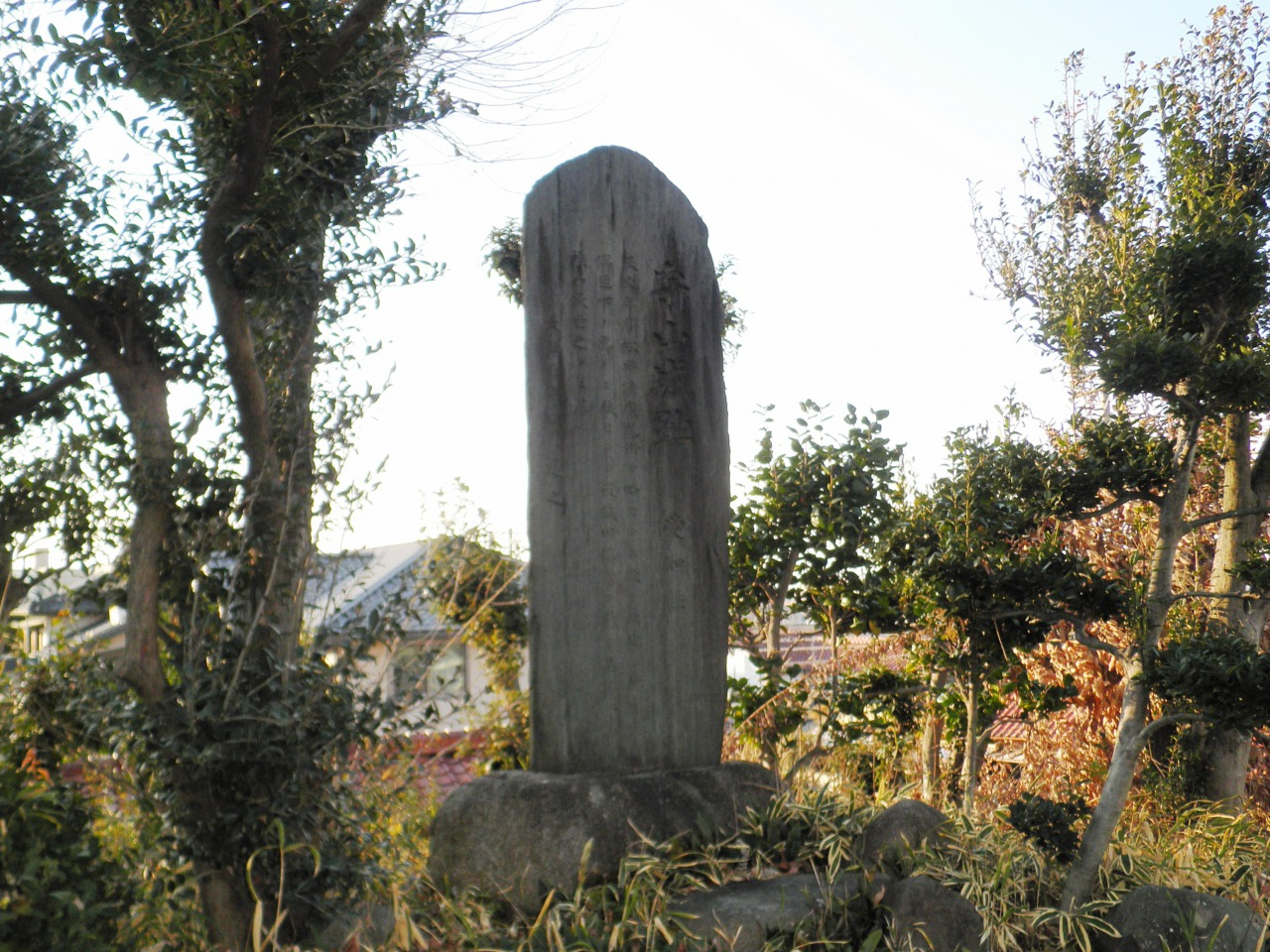
守山城址碑 （2011年9月）
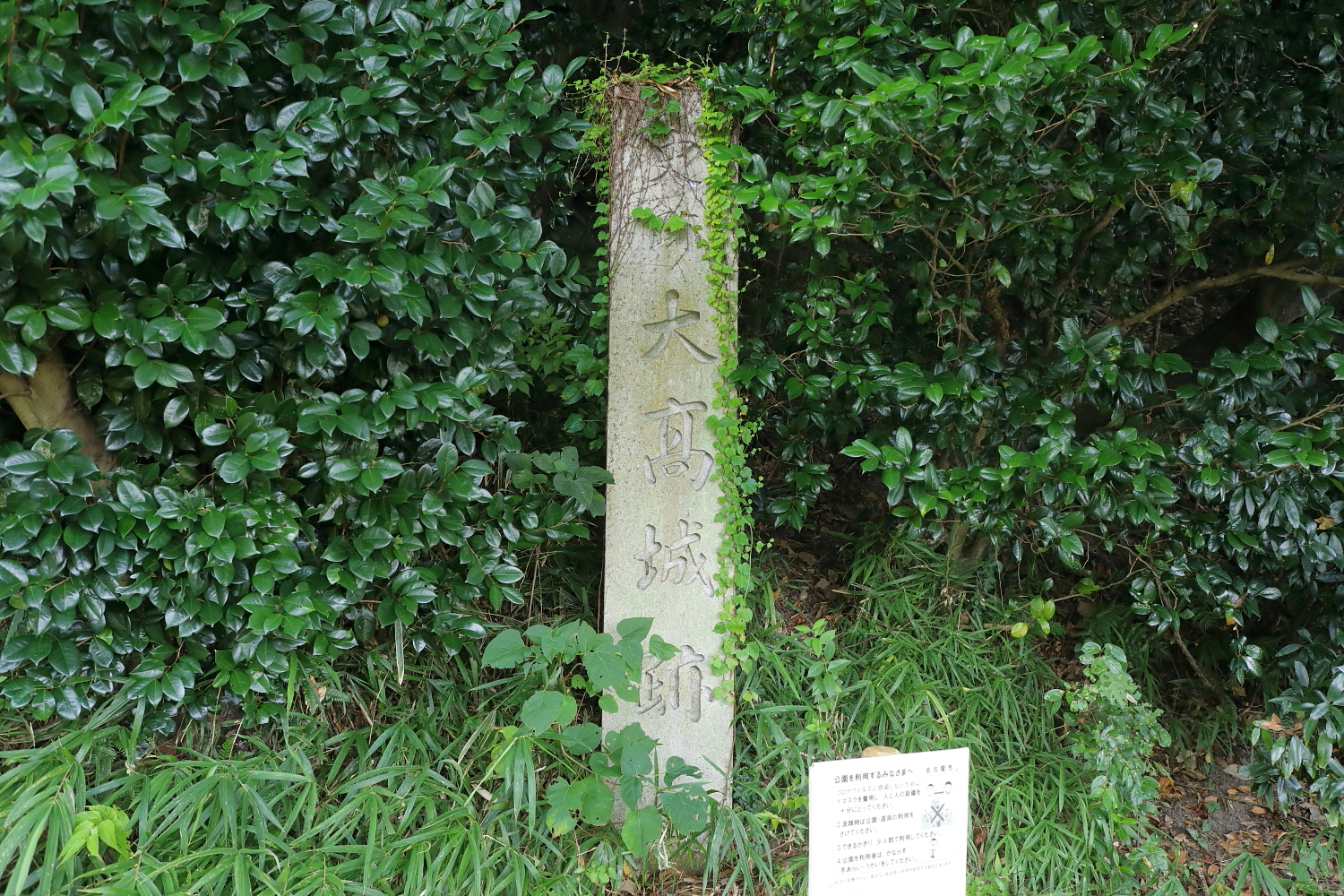
大高城址碑 （2020年9月）
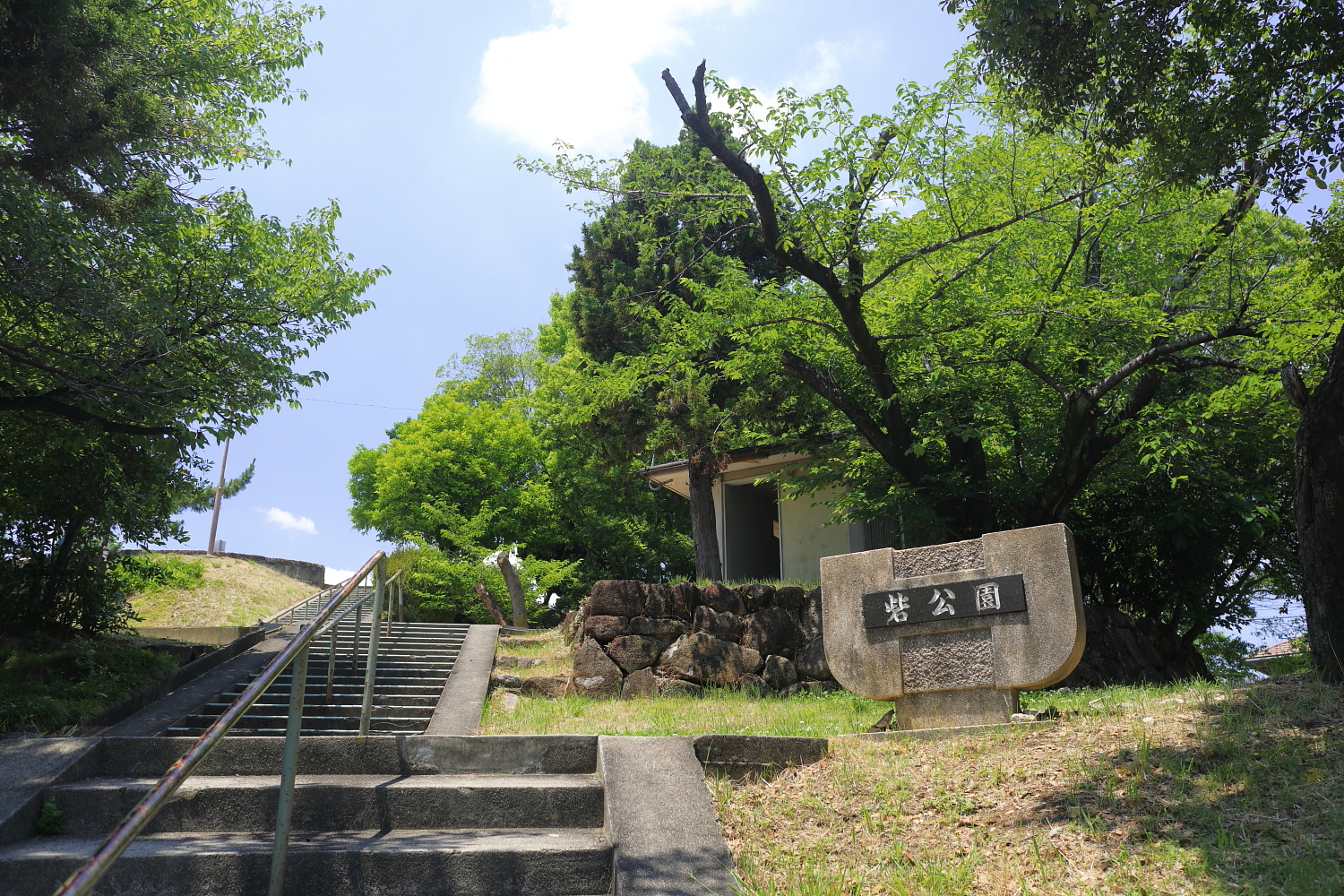
砦公園（善照寺砦跡） （2020年6月）
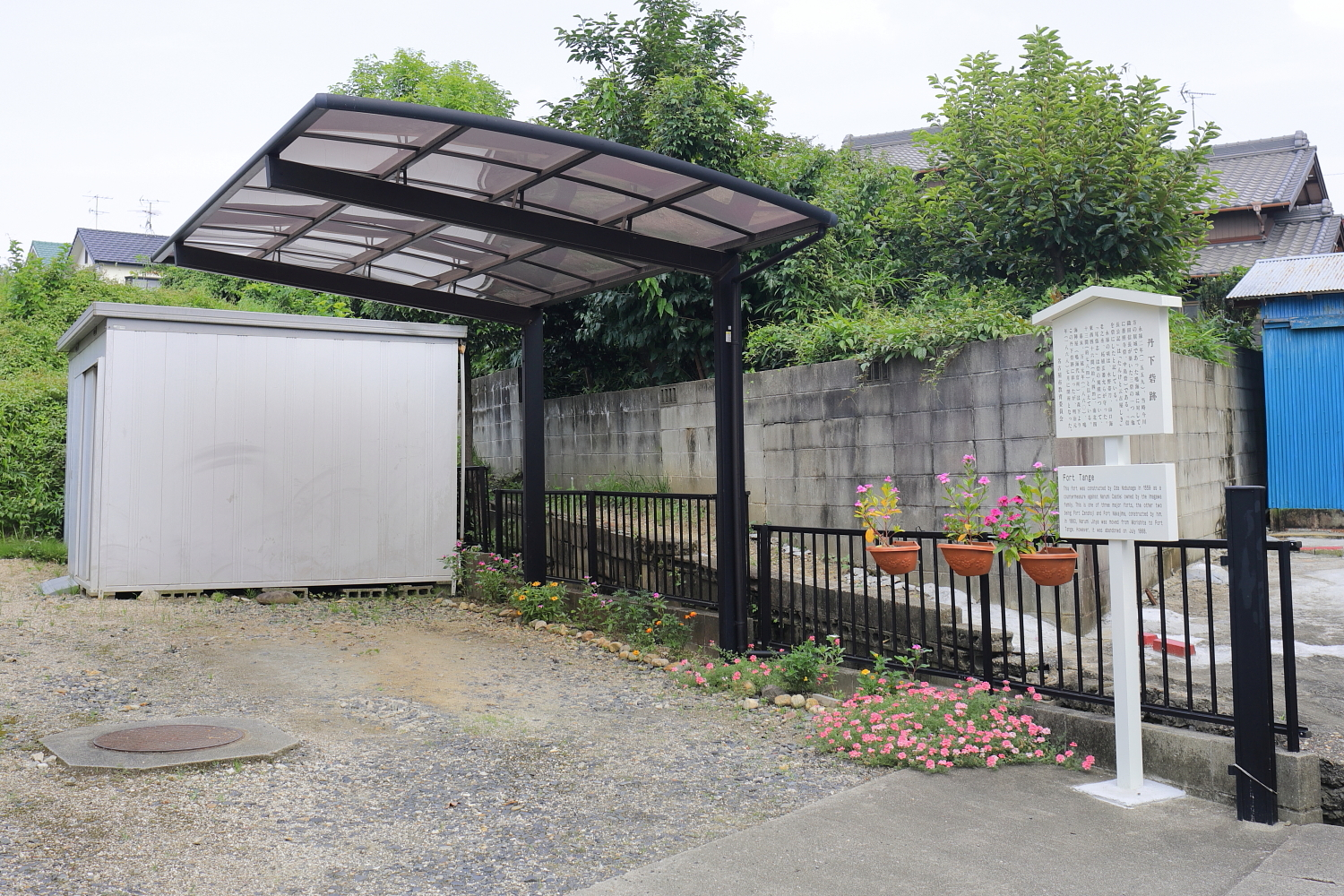
丹下砦跡付近 （2020年8月）
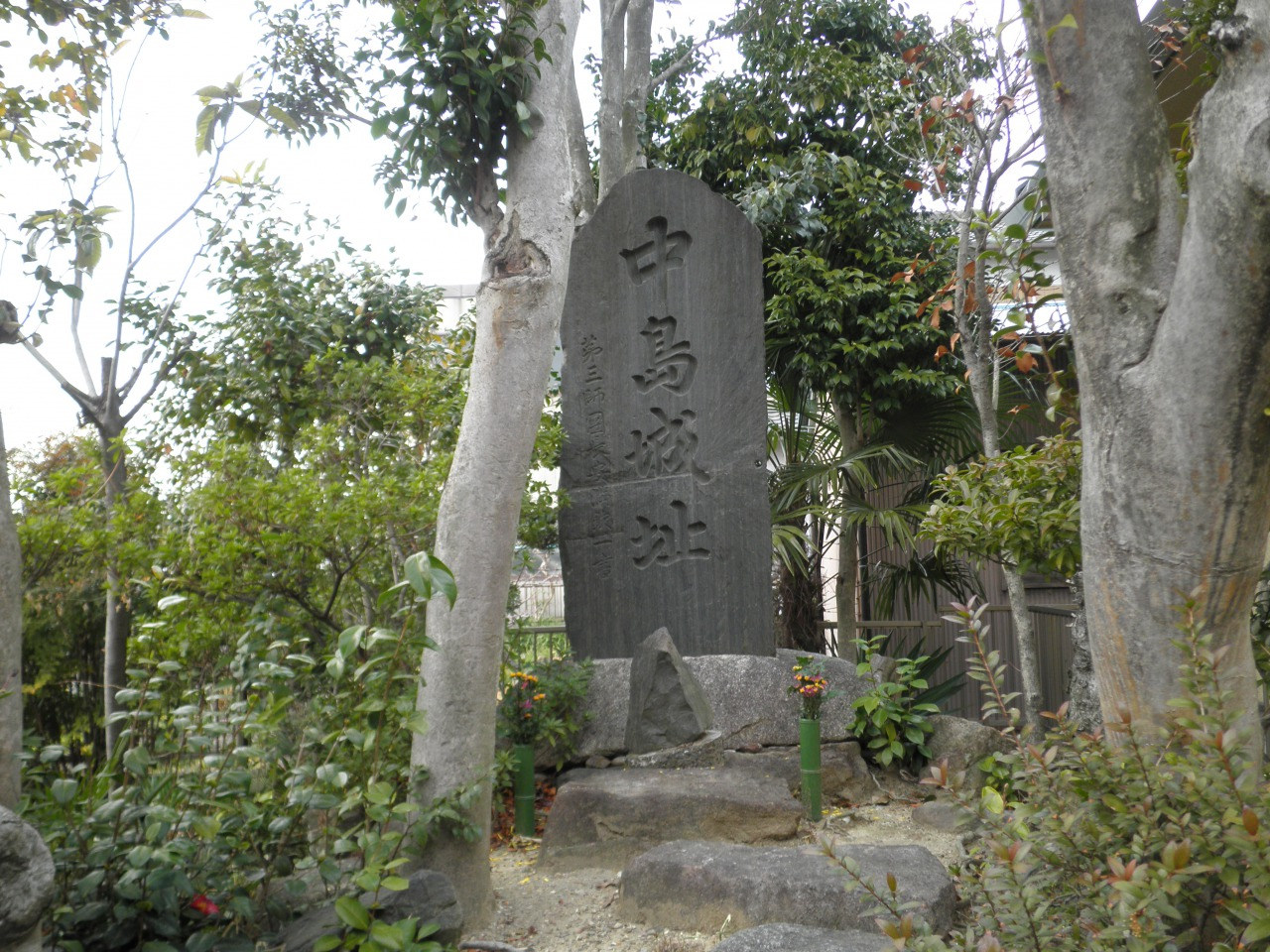
中島砦跡碑 （2011年9月）
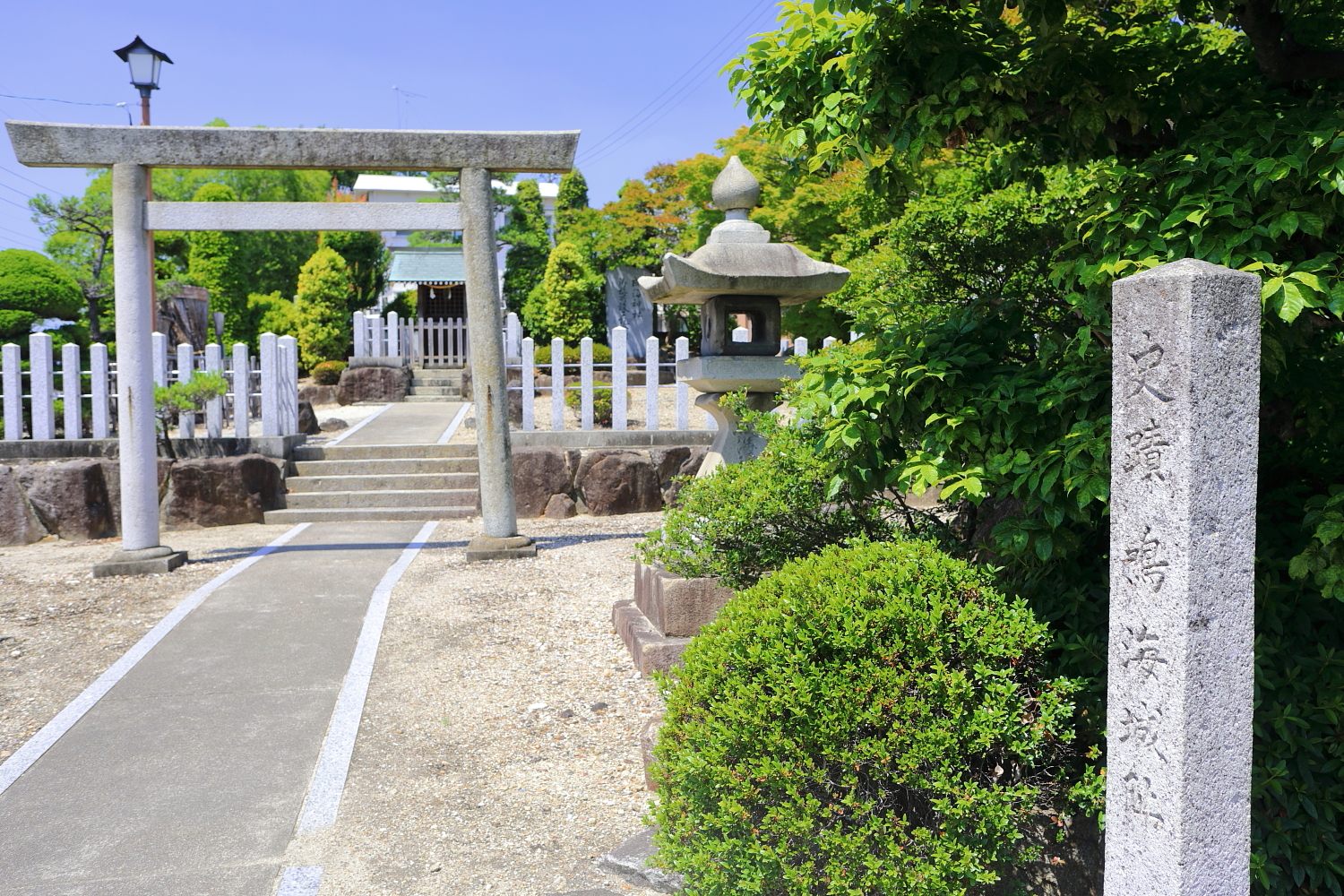
鳴海城跡 （2020年6月）
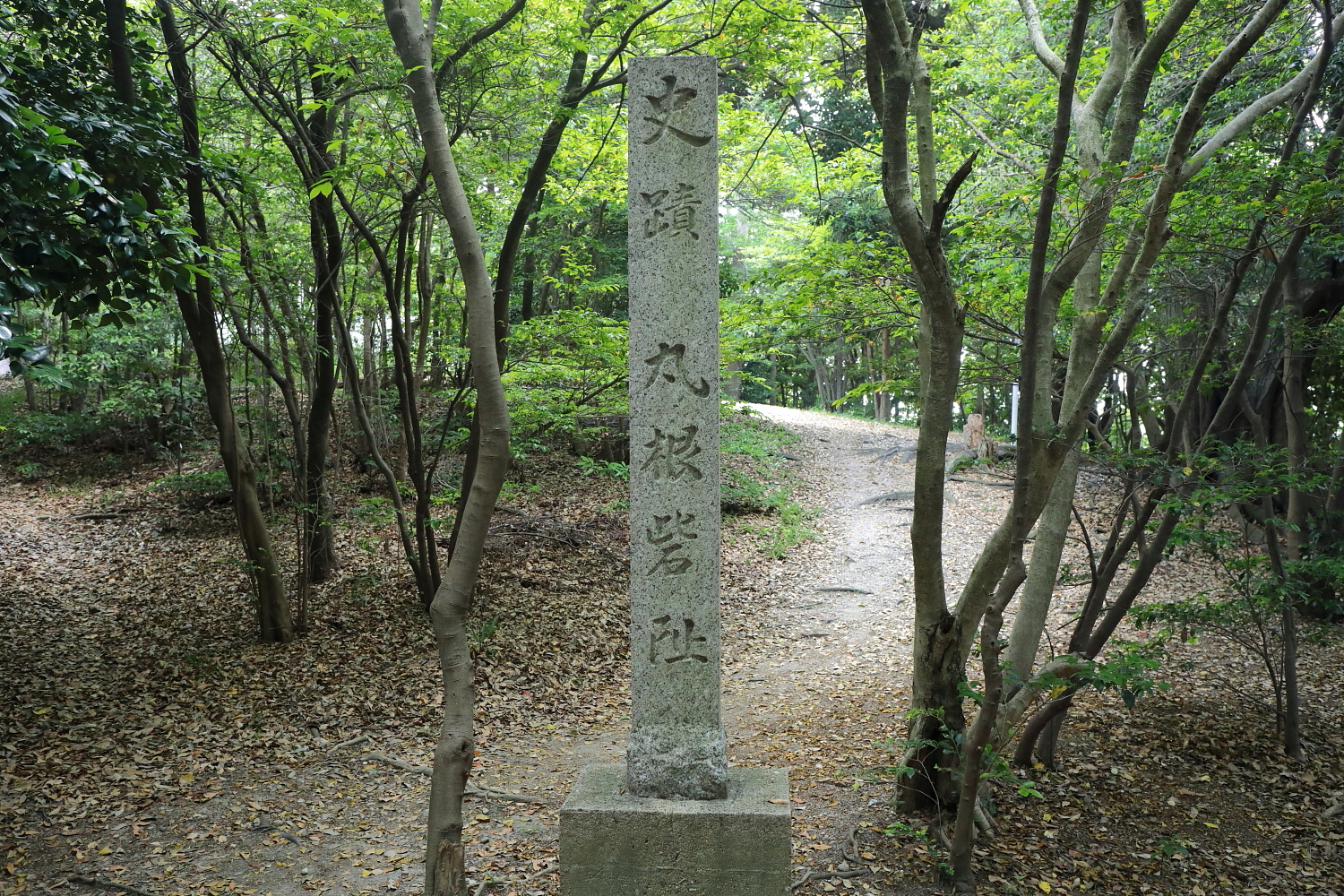
丸根砦址碑 （2020年6月）
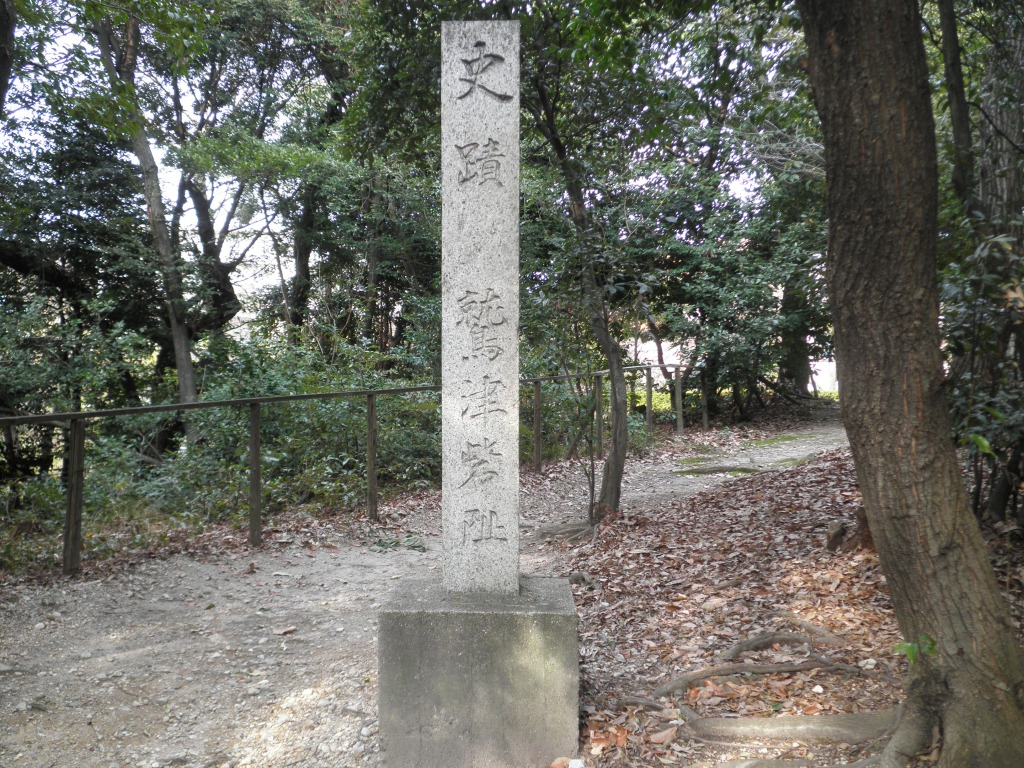
鷲津砦址碑 （2011年9月）
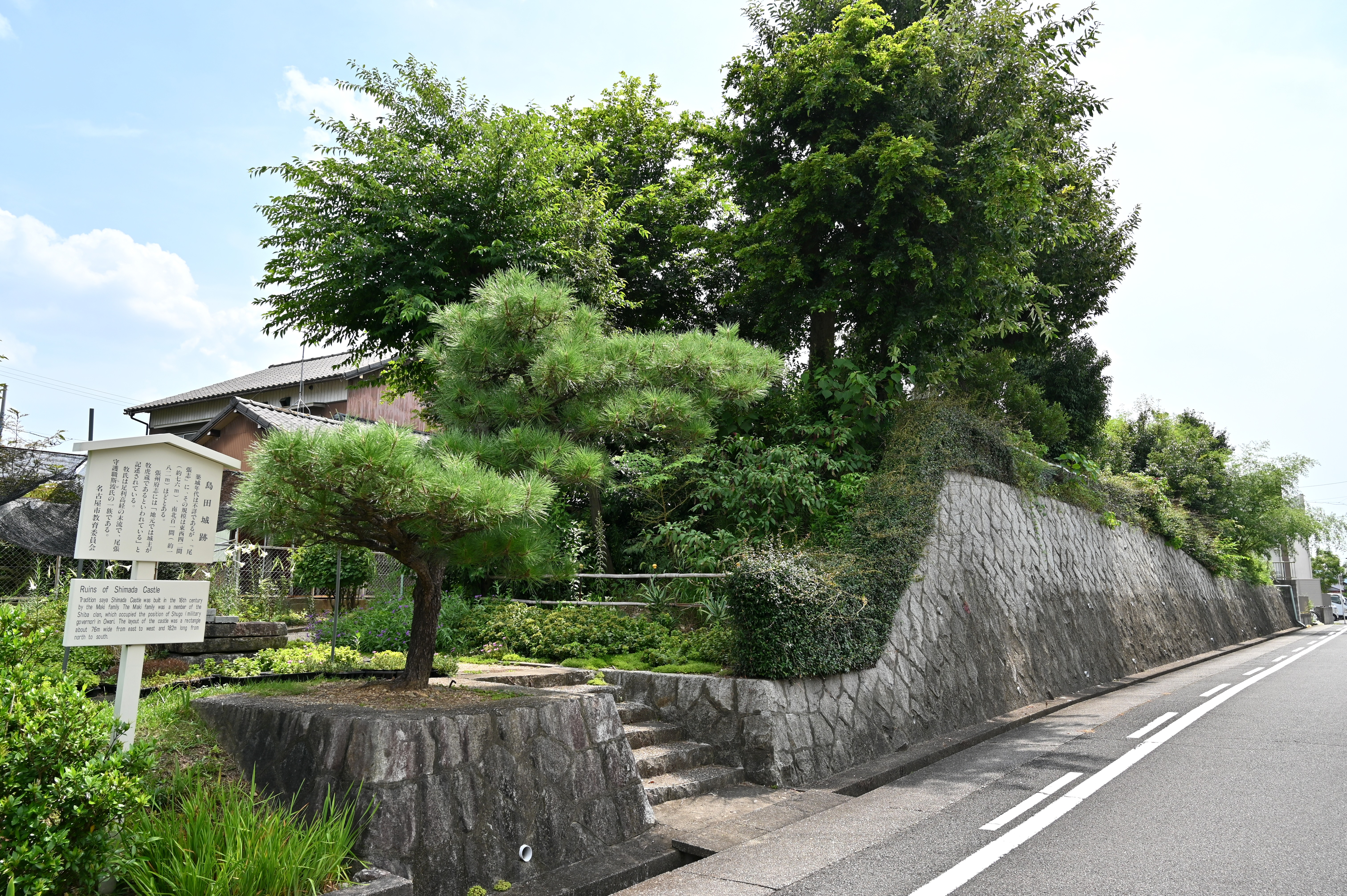
島田城跡 （2020年8月）

窯業生産遺跡
- H-G-6号窯跡 - 千種区揚羽町。
- H-G-40号窯跡 - 千種区御影町。
- H-G-41号窯跡 - 千種区御影町。
- H-G-42号窯跡 - 千種区御影町。
- H-G-101号窯跡（H-101号窯跡） - 千種区田代町。東山動植物園内。
- H-G-105号窯跡 - 千種区天白町大字植田。東山動植物園内。
- H-G-55号窯跡 - 昭和区八事富士見。
- 長廻間古窯跡群 - 守山区大字下志段味。
  - 1号窯跡
  - 2号窯跡
  - 3号窯跡
- NA302号窯跡 - 緑区大高町。
- NA311号窯跡 - 緑区大高町。
- NA320号窯跡群 - 緑区桶狭間上の山。
- NA323号窯跡群 - 緑区有松町大字桶狭間。
- NA324号窯跡 - 緑区大高町。
- NA335号窯跡 - 緑区有松町大字桶狭間。
- NA336号窯跡 - 緑区大高町。
- NN314号窯跡 - 緑区黒沢台。
- NN315号窯跡群 - 緑区乗鞍。
- NN326号窯跡群 - 緑区小坂。
- H-G-61号窯跡 - 天白区天白町大字八事。
- H-G-79号窯跡 - 天白区天白町大字八事。
- NN302号窯跡 - 天白区荒池。
- NN304号窯跡 - 天白区荒池。
- NN307号窯跡群 - 天白区天白町大字平針。
- NN318号窯跡 - 天白区土原。
- NN319号窯跡 - 天白区土原。
- NN321号窯跡 - 天白区境根町。
- NN323号窯跡 - 天白区山根町。
- NN328号窯跡 - 天白区境根町。
- NN330号窯跡 - 天白区天白町大字平針。
- NN335号窯跡 - 天白区荒池。
- NN339号窯跡 - 天白区中平。
- 萱野古窯跡群 - 天白区塩釜口。
  - H-G-80号窯
  - H-G-81号窯
  - H-G-82号窯
- 八事裏山1号窯跡群 - 天白区天白町大字八事。
  - H-G-83号窯
  - H-G-84号窯
  - H-G-85号窯
  - H-G-86号窯
  - H-G-88号窯
  - H-G-91号窯

- H-G-101号窯跡（H-101号窯跡）
（2021年11月）

その他
- 中根古銭出土地 - 瑞穂区仁所町。
- 白鳥古墳 - 熱田区白鳥。

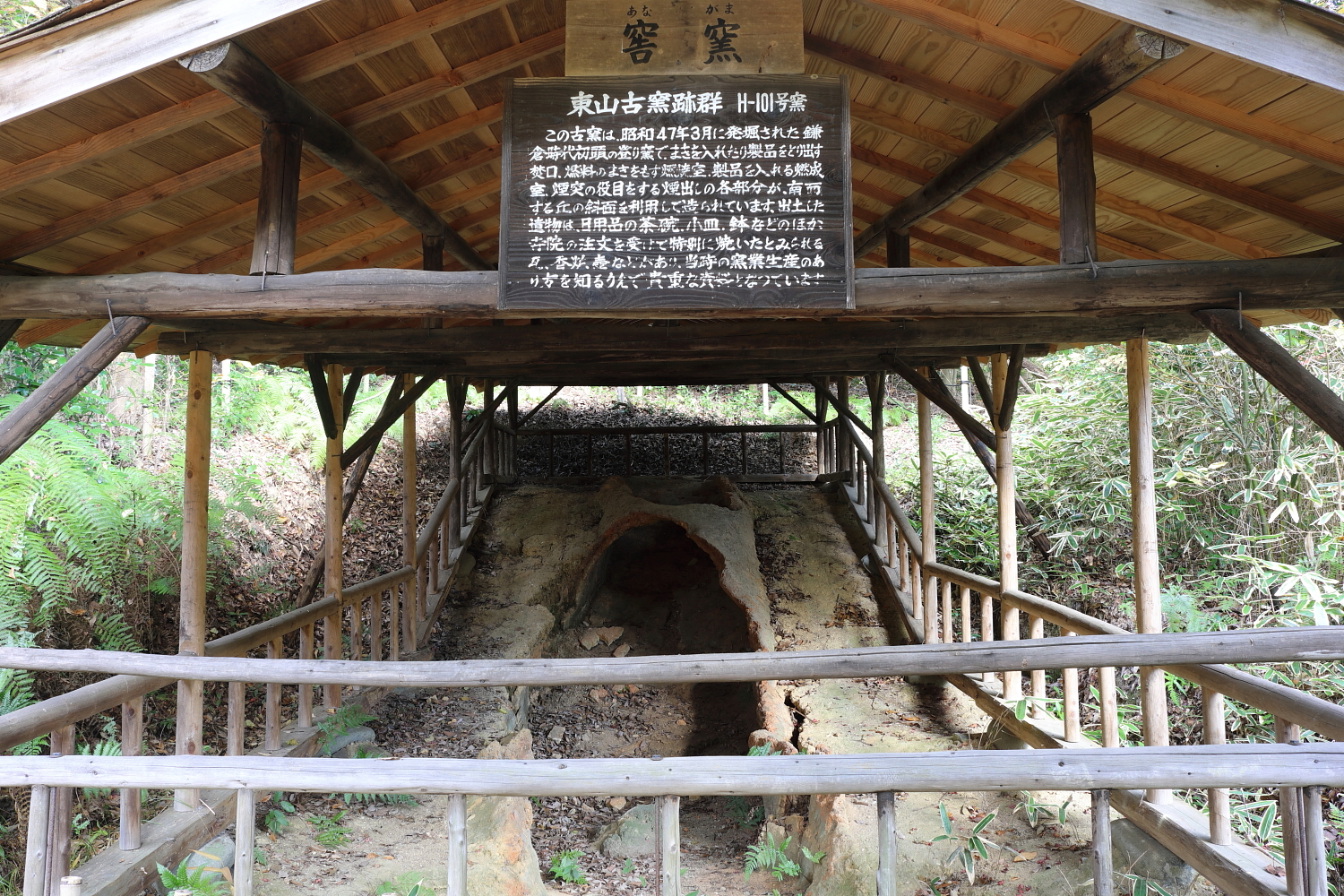
H-G-101号窯跡（H-101号窯跡） （2021年11月）

- 笠寺観音遺跡 - 南区白雲町・笠寺町ほか。
- 東谷山中世遺跡 - 守山区大字上志段味・瀬戸市十軒町。
- 石神遺跡 - 緑区大高町。
- ドンドン塚遺跡 - 緑区小坂。
- 白山遺跡 - 緑区鳴海町。

#### 近世
- 下方町遺跡 - 千種区下方町。
- 尾張藩御廟所遺跡 - 東区筒井。
- 貞養院遺跡 - 西区幅下。
- 幅下遺跡 - 西区幅下。
- 小鳥町遺跡 - 中村区那古野。
- 尾張元興寺遺跡 - 中区正木。古渡遺跡群を構成する。
- 旧紫川遺跡 - 中区大須。
- 竪三蔵通遺跡 - 中区栄。
- 名古屋城三の丸遺跡 - 中区三の丸。
- 名古屋城二の丸庭園 - 中区二の丸。国指定名勝。
- 名古屋城の石垣遺構 - 中区本丸・二の丸・三の丸ほか。国指定特別史跡。
- 名古屋城本丸御殿跡 - 中区本丸。国指定特別史跡。
- 東古渡町遺跡 - 中区金山・熱田区金山町。古渡遺跡群を構成する。
- 富士見町遺跡 - 中区上前津・富士見町・大井町ほか。
- 古渡城跡 - 中区橘。
- 髙田経塚 - 瑞穂区高田町。
- 桜経塚 - 南区桜台。
- 南野町遺跡 - 南区南野。
- 大高山古窯跡 - 緑区大高町。
- 込高新田堤防遺跡 - 緑区大高町。

- 込高新田堤防跡
（2020年9月）

### 祭事・催事

#### 主な祭事
江戸時代、東照宮祭・若宮祭・天王祭を「名古屋三大祭り」と呼び、山車にからくり人形を乗せた「山車からくり」が名古屋城下で曳き回された。しかし、太平洋戦争で山車の大半を失い、現在その面影はほとんど見られなくなっている。なお、名古屋まつりで行われる山車揃は、焼失を免れた名古屋各地の山車が一堂に揃う往年の三大祭ゆかりの行事である。
- 名古屋まつり - 織田信長・豊臣秀吉・徳川家康の3人の天下人（三英傑）にゆかりの地であることから、1955年（昭和30年）に始められた。毎年秋に行われ、市の中心部を山車や三英傑・三姫（濃姫・ねね（以前は淀殿）・千姫）が巡行する[95]。

- 筒井町出来町天王祭
- 有松絞りまつり
- 有松天満社秋季大祭
- きねこさ祭り（尾張三大奇祭）
- 秋葉大祭火渡り神事
- 鳴海八幡宮例大祭・成海神社例大祭
- 広小路夏まつり
- 海の日名古屋みなと祭
- 熱田まつり
- 名古屋城夏まつり
- 太閤まつり
- 若宮まつり
- にっぽんど真ん中祭り
- 大須夏まつり
- 郷土歴史まつり・水上武者パレード
- ナゴヤエキトピアまつり
- 大須大道町人祭

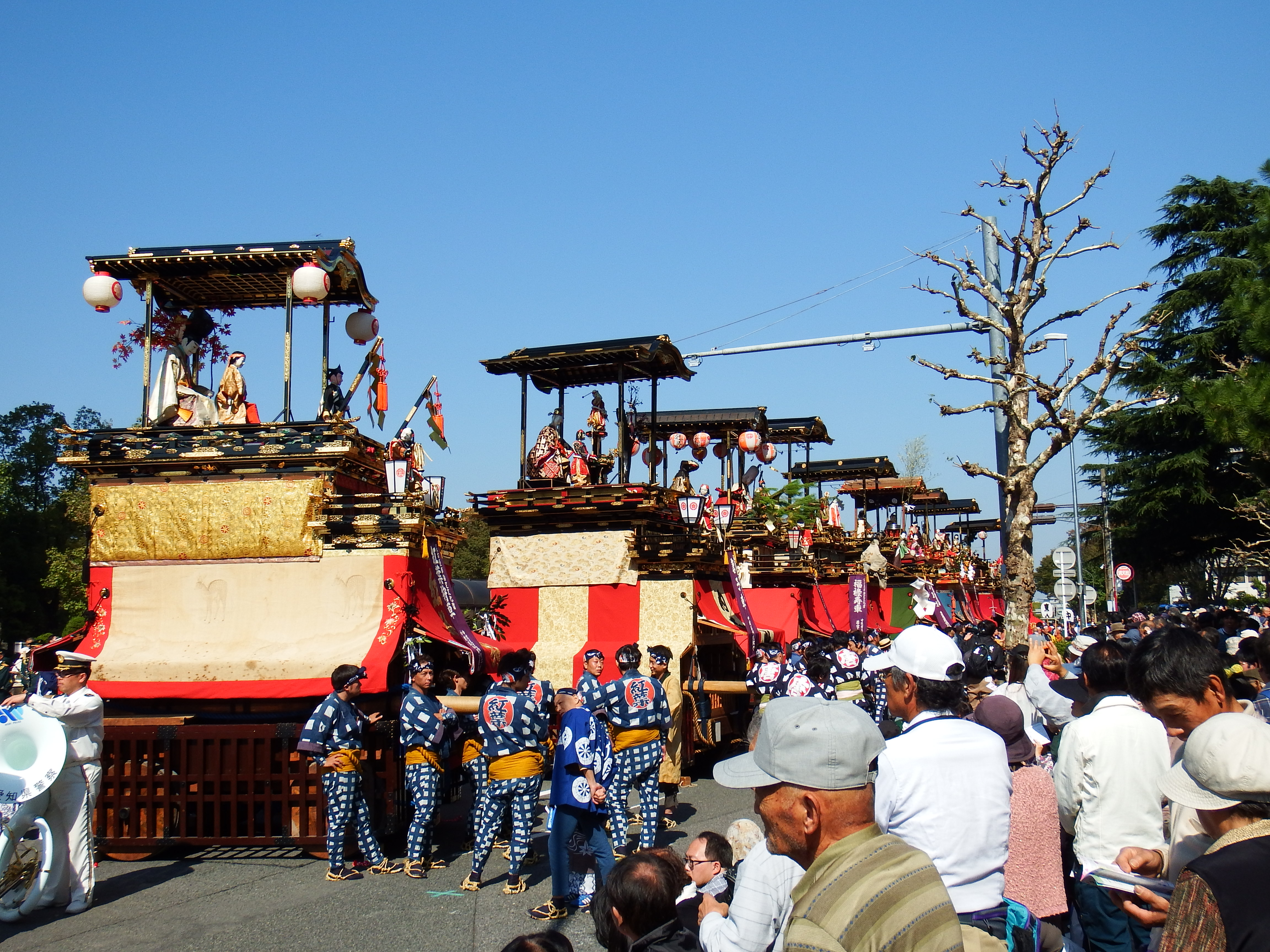
山車からくり（名古屋まつり）
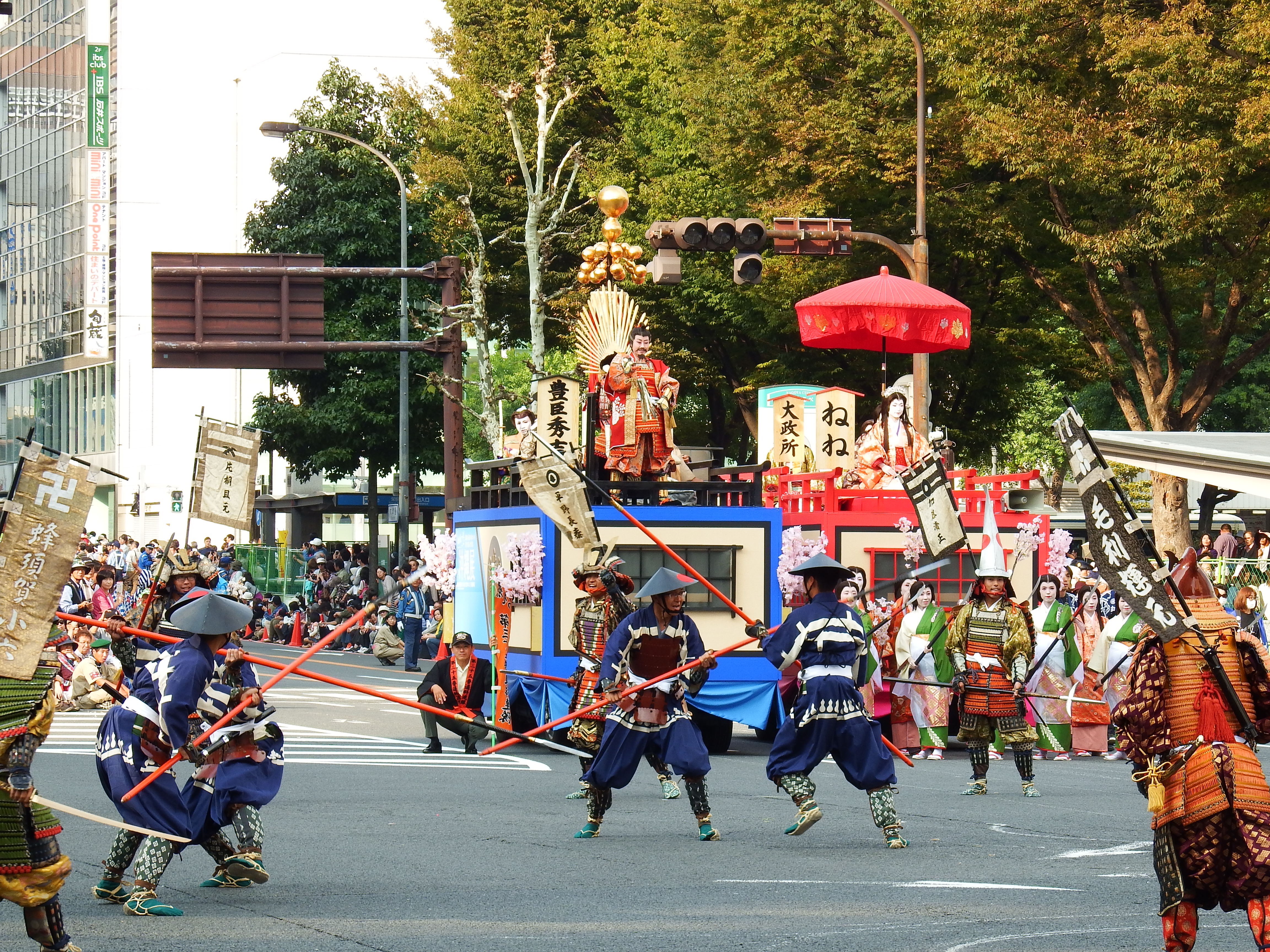
豊臣秀吉（名古屋まつり）
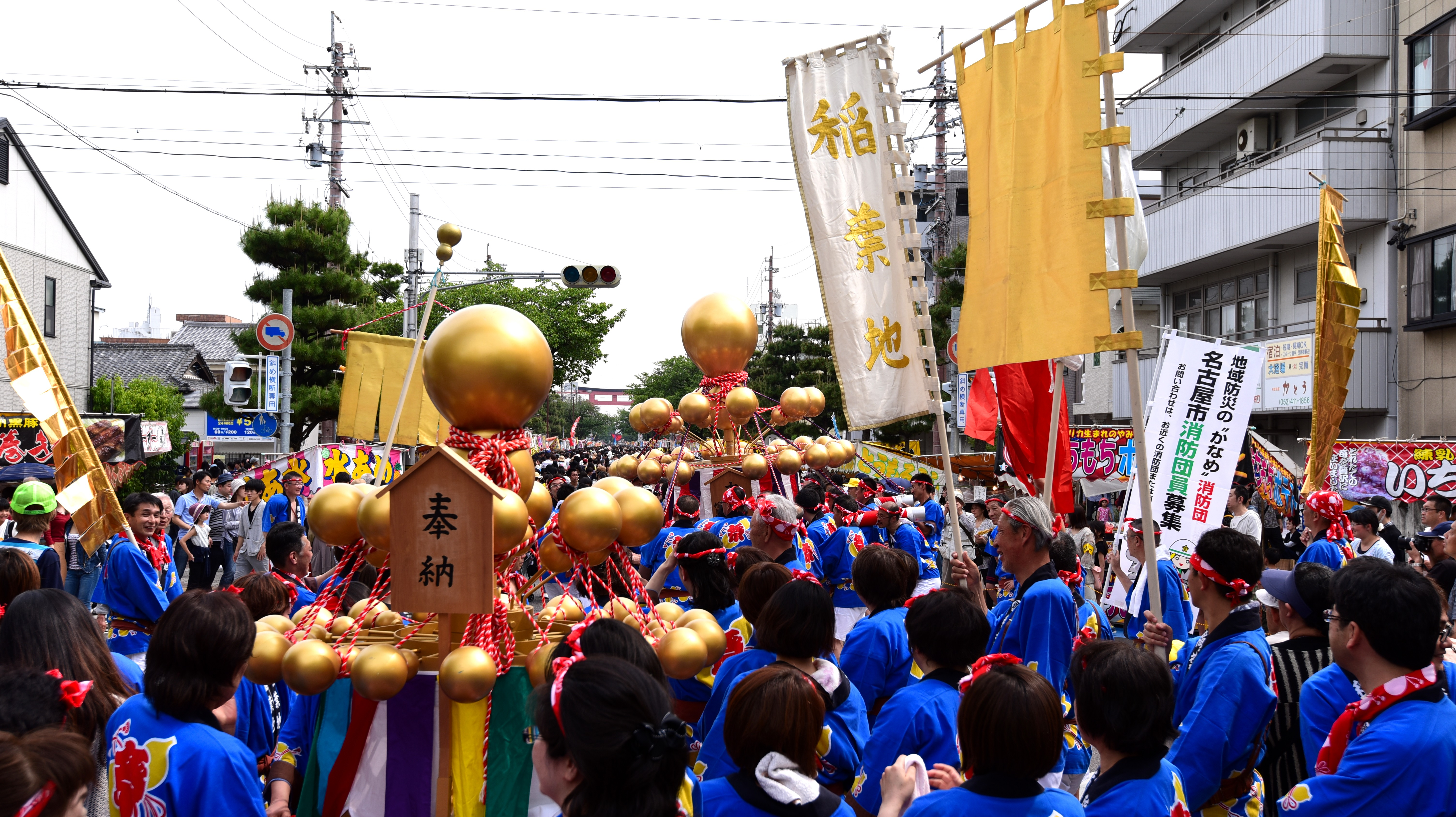
太閤まつり
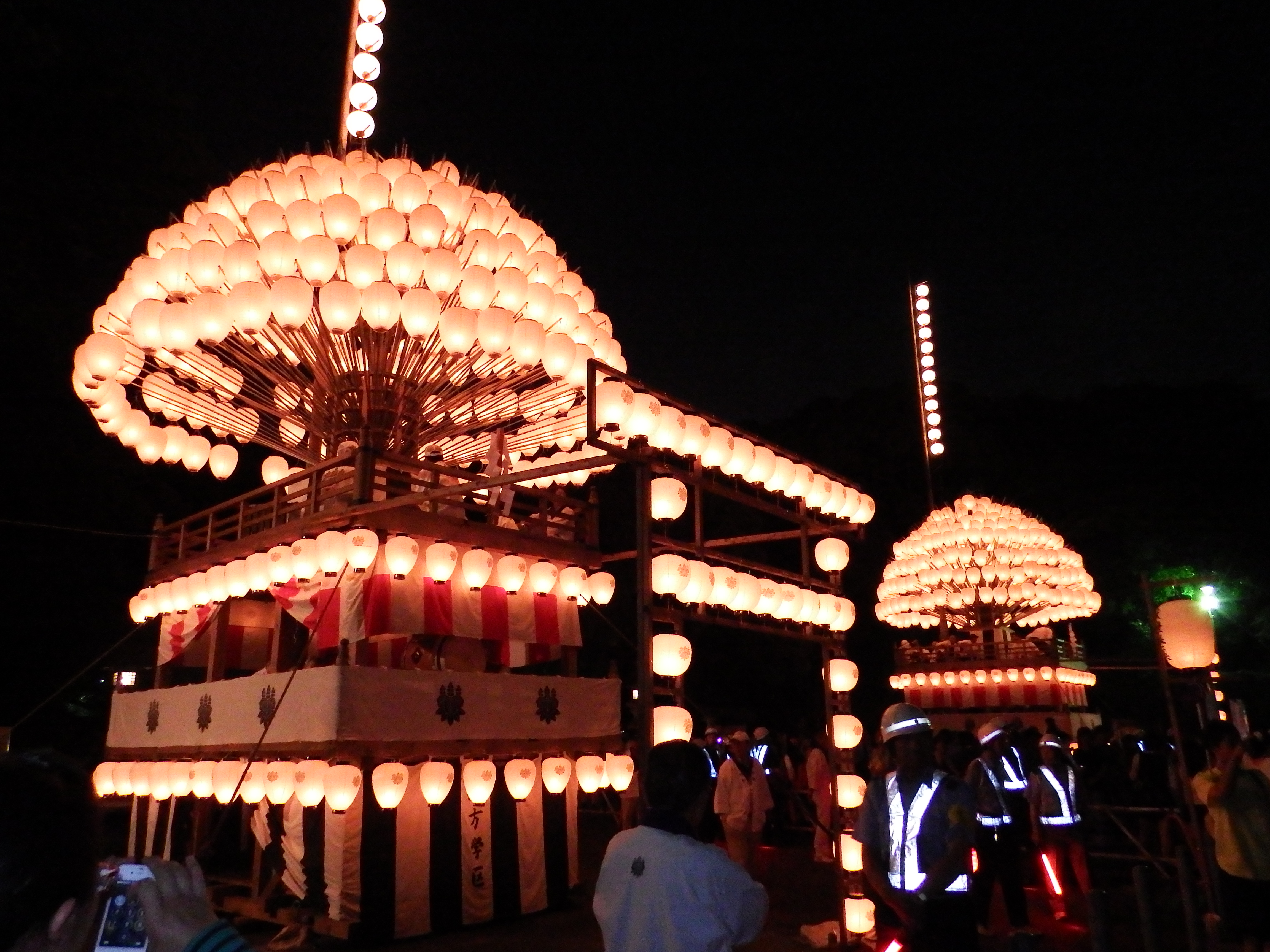
熱田まつり
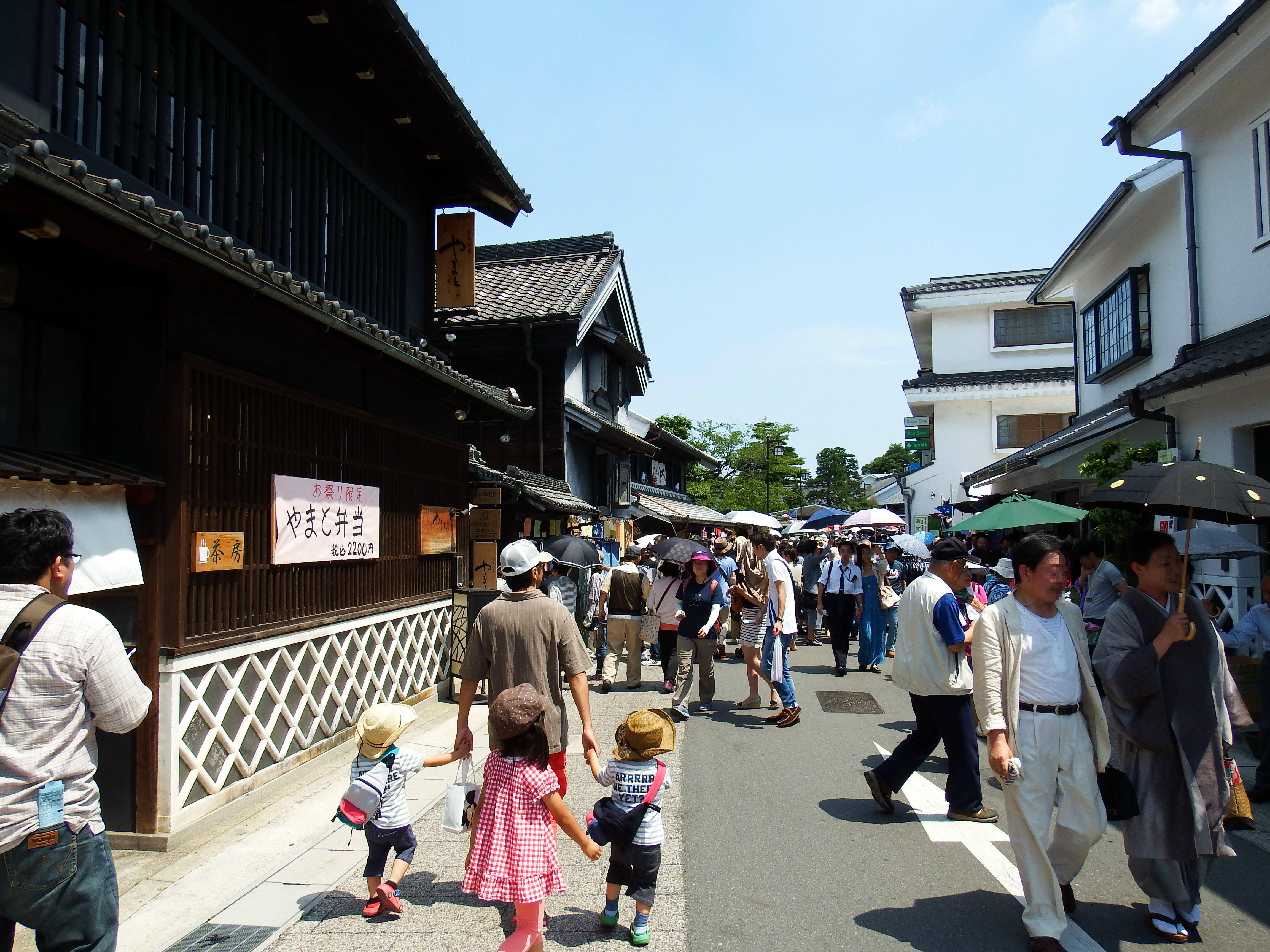
有松絞りまつり
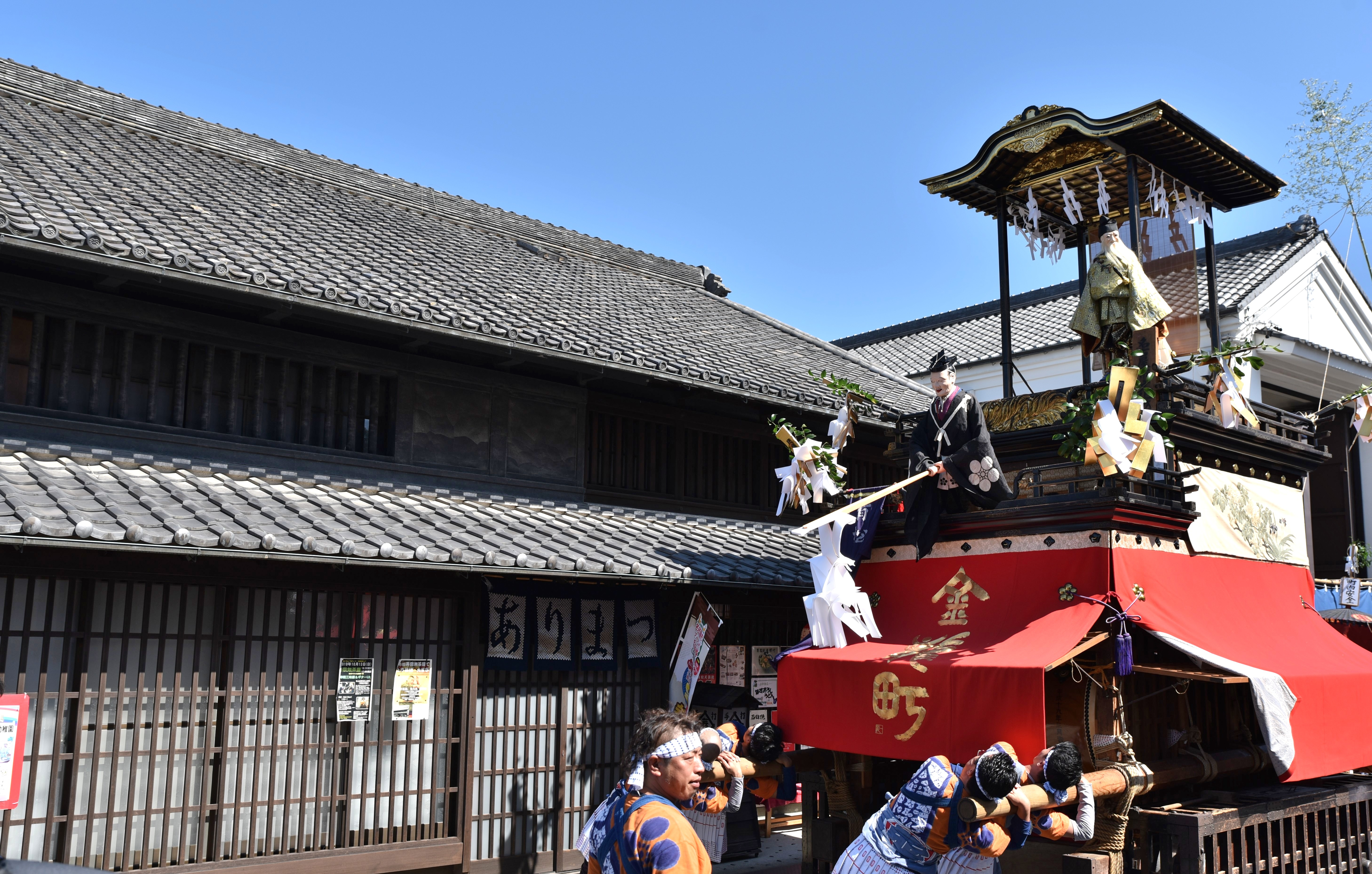
有松天満社秋季大祭
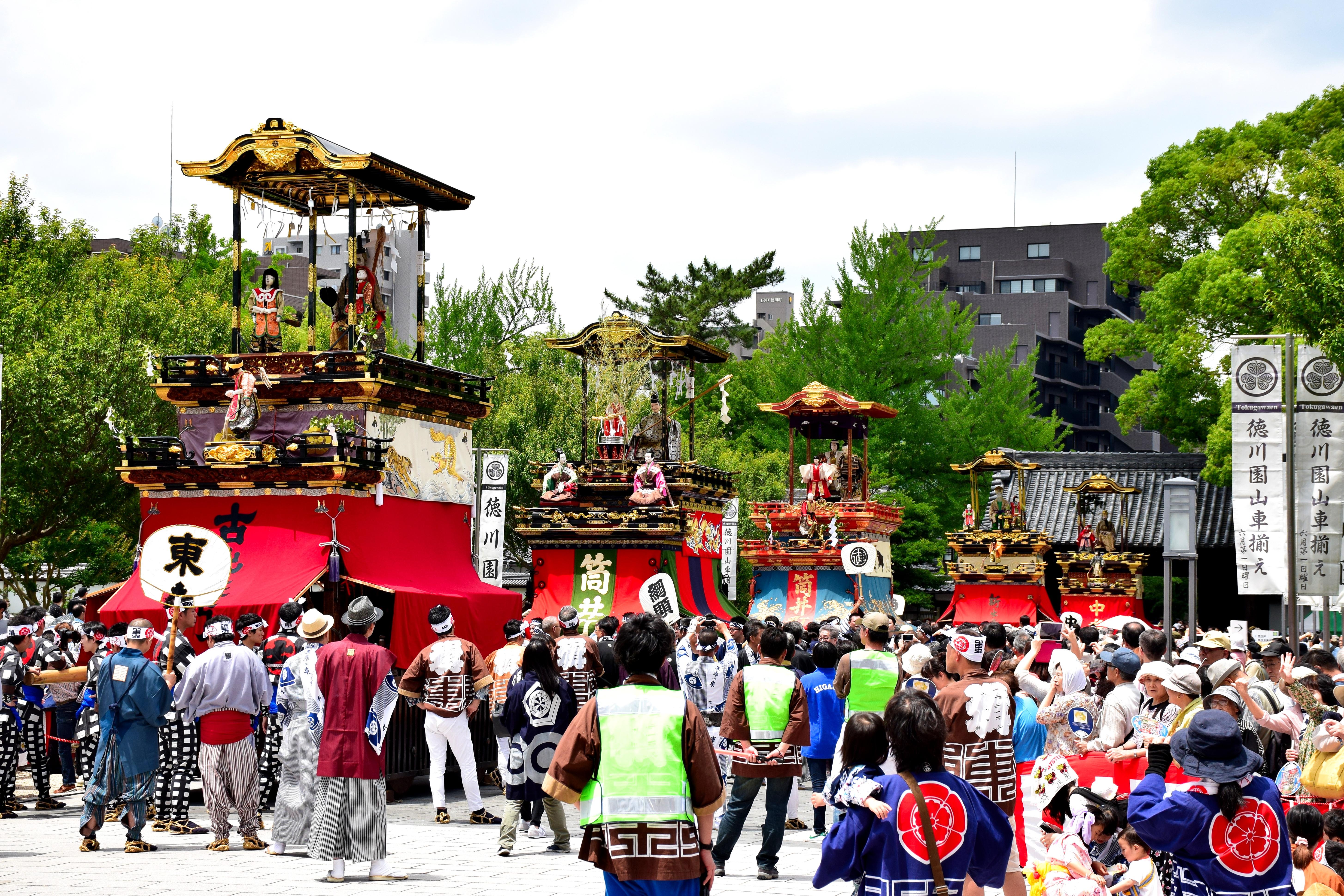
筒井町出来町天王祭

ミス名古屋コンテスト
- 1969年から1991年、名古屋市主催のミス・コンテスト「ミス名古屋コンテスト」は23回開催された。受賞者は毎年、姉妹都市のロサンゼルス、シドニーに親善大使として訪問した。才色兼備の未婚女性から代表者を選ぶコンテストであり、1次審査は書類選考、2次審査は面接オーディション、最終の3次審査は公開審査により英語によるスピーチなども行われ語学力も試された。

#### 盆踊り
- 名古屋ばやし
- 大名古屋音頭
- 名古屋丸八音頭
- 『ガッツ！！』（KAME&L.N.K）
- 『ダンシング・ヒーロー』（荻野目洋子） - 名古屋市を拠点とする日本民踊研究会元会長・島田豊年が1986年考案。「ヘイ ヘイ ヘイ ヘイ｣と掛け声を合わせる風習がある[96][97]。

#### 主な催事
- 名古屋モーターショー
- マンモスフリーマーケット
- フラワードーム
- ドームやきものワールド
- ナゴヤオートトレンド
- 世界コスプレサミット
- Dance Dynamite World Grand Prix
- 名古屋オクトーバーフェスト

スポーツイベント
- 大相撲名古屋場所
- マラソンフェスティバル ナゴヤ・愛知
- 全国高等学校野球選手権愛知大会
- 全日本大学駅伝対校選手権大会

### 名産･特産
- あんかけスパゲッティ
- イタリアンスパゲッティ
- 外郎（ういろう、ないろ）
- 卯十郎金時
- 小倉トースト

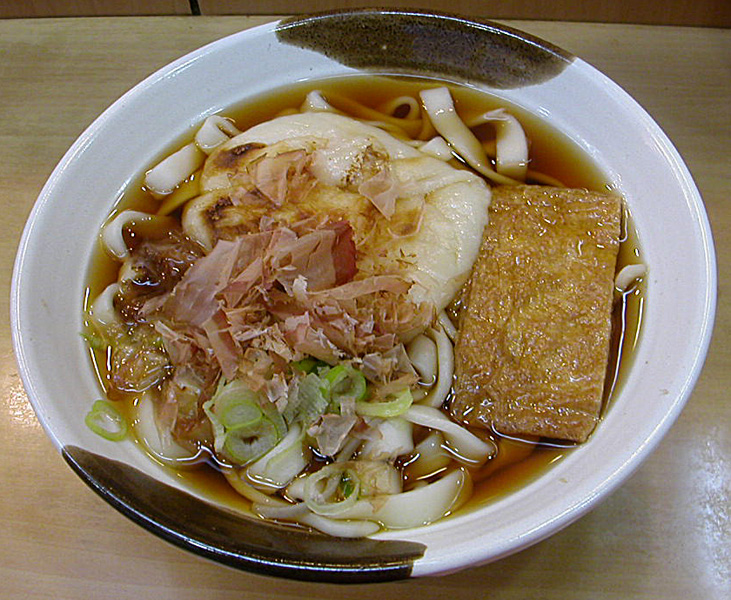
きしめん
- 台湾ラーメン
- 手羽先
- 名古屋コーチン
- 天むす（発祥は三重県津市）
- なごやん
- 納屋橋饅頭
- ひつまぶし
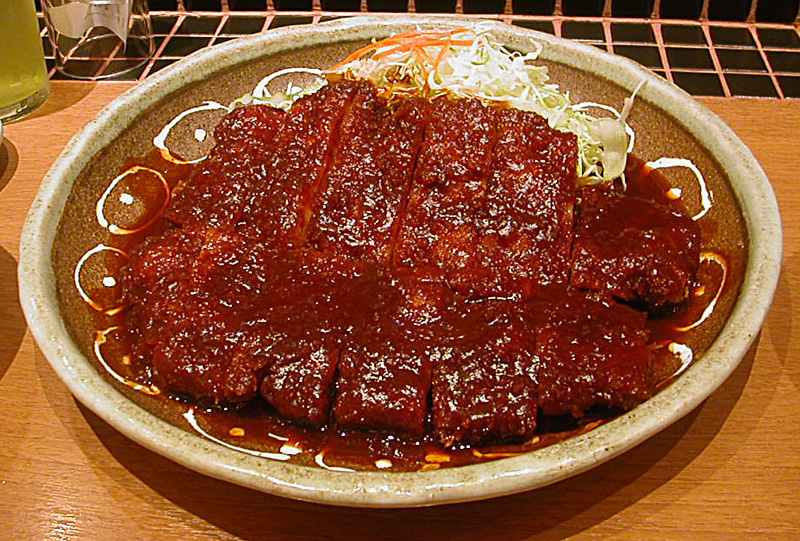
味噌カツ
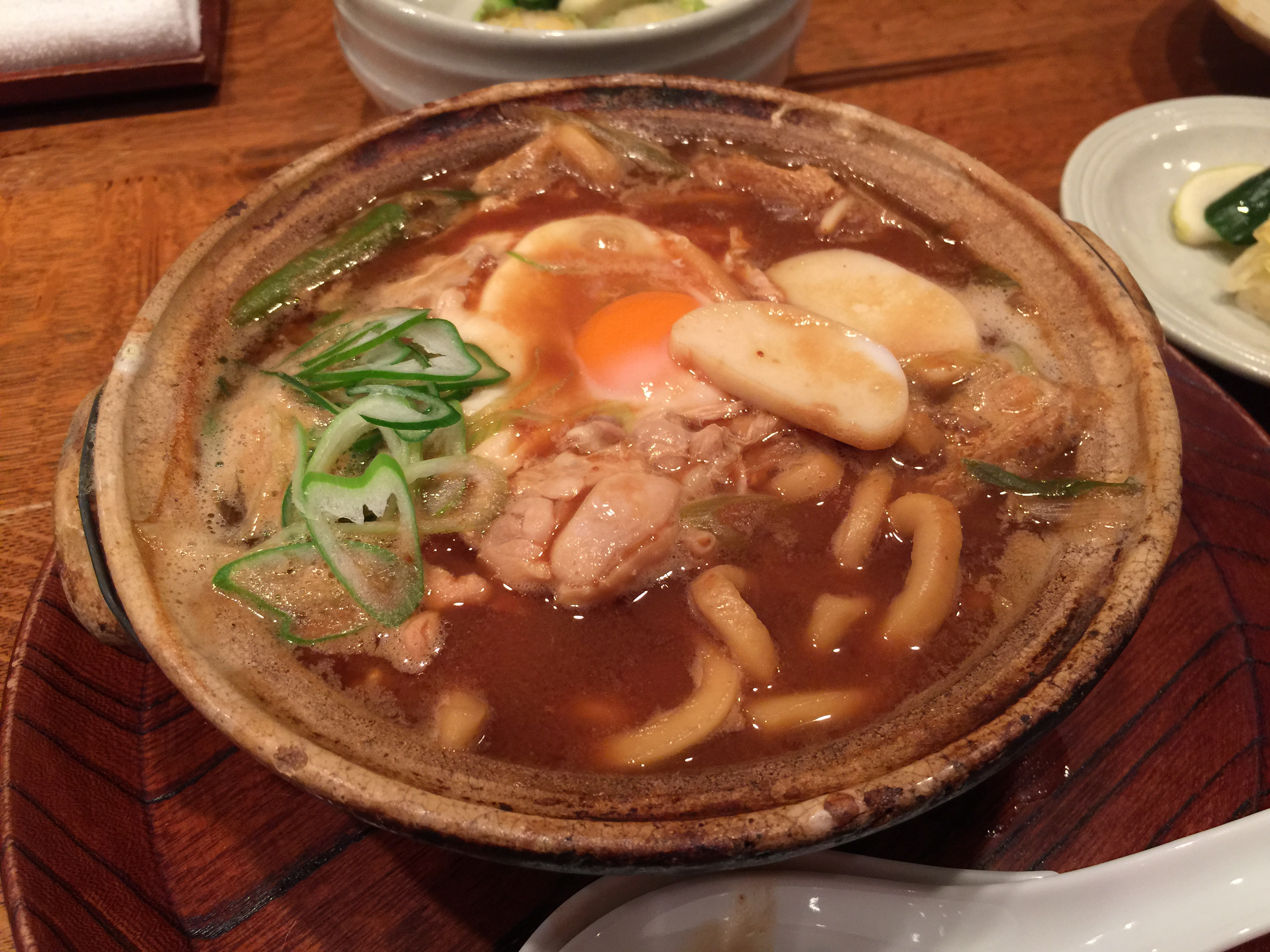
味噌煮込みうどん
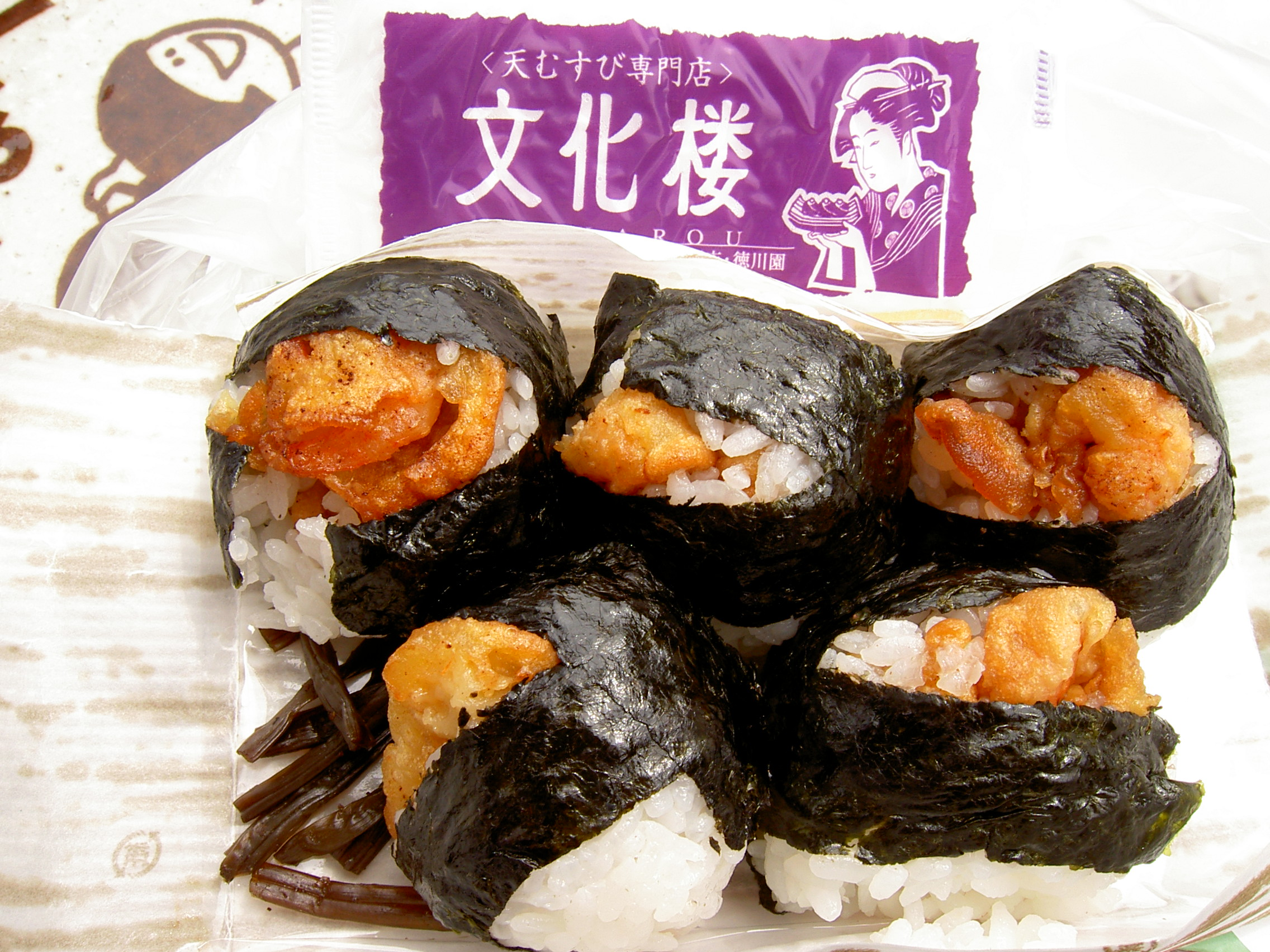
天むす
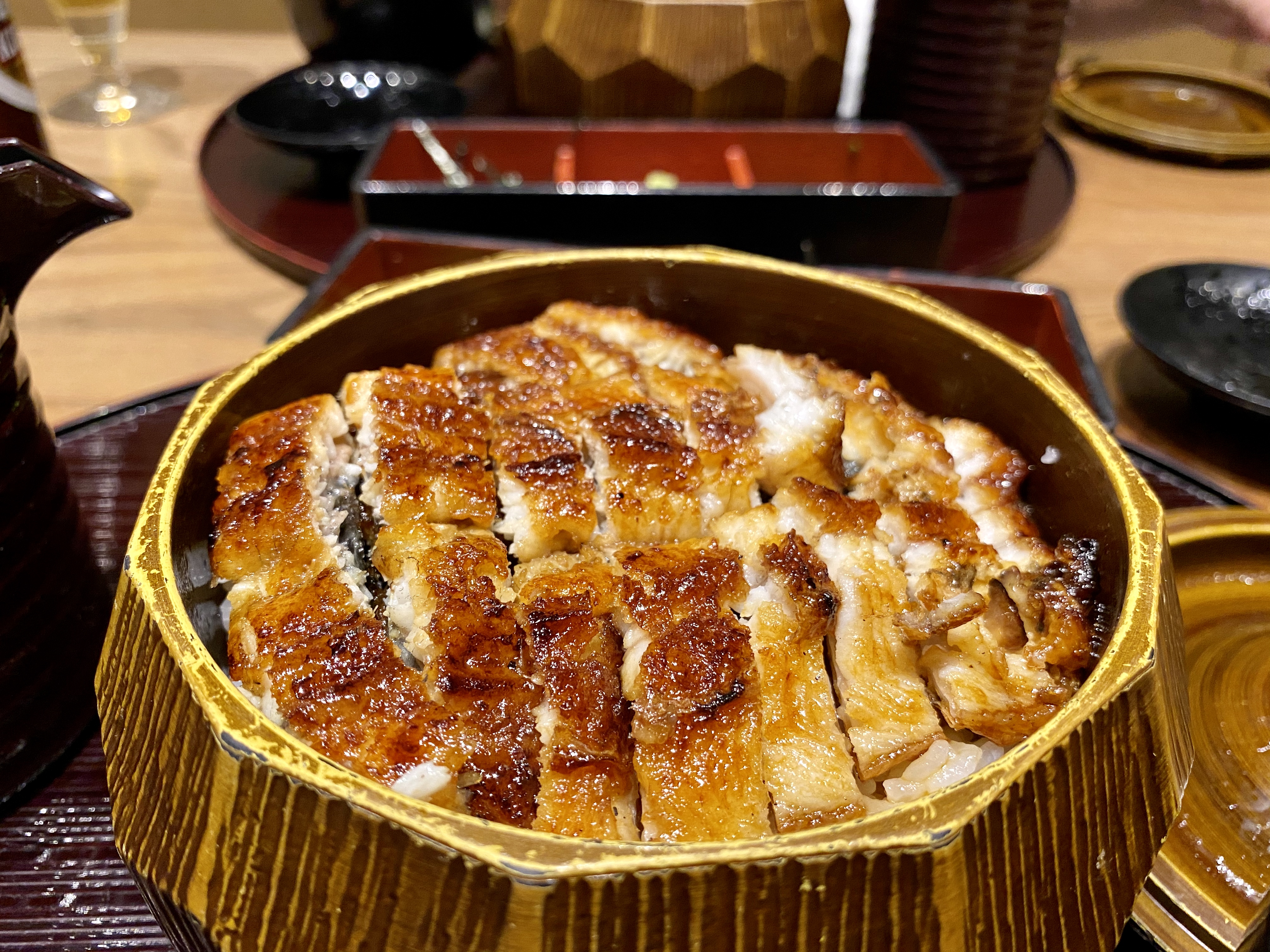
ひつまぶし
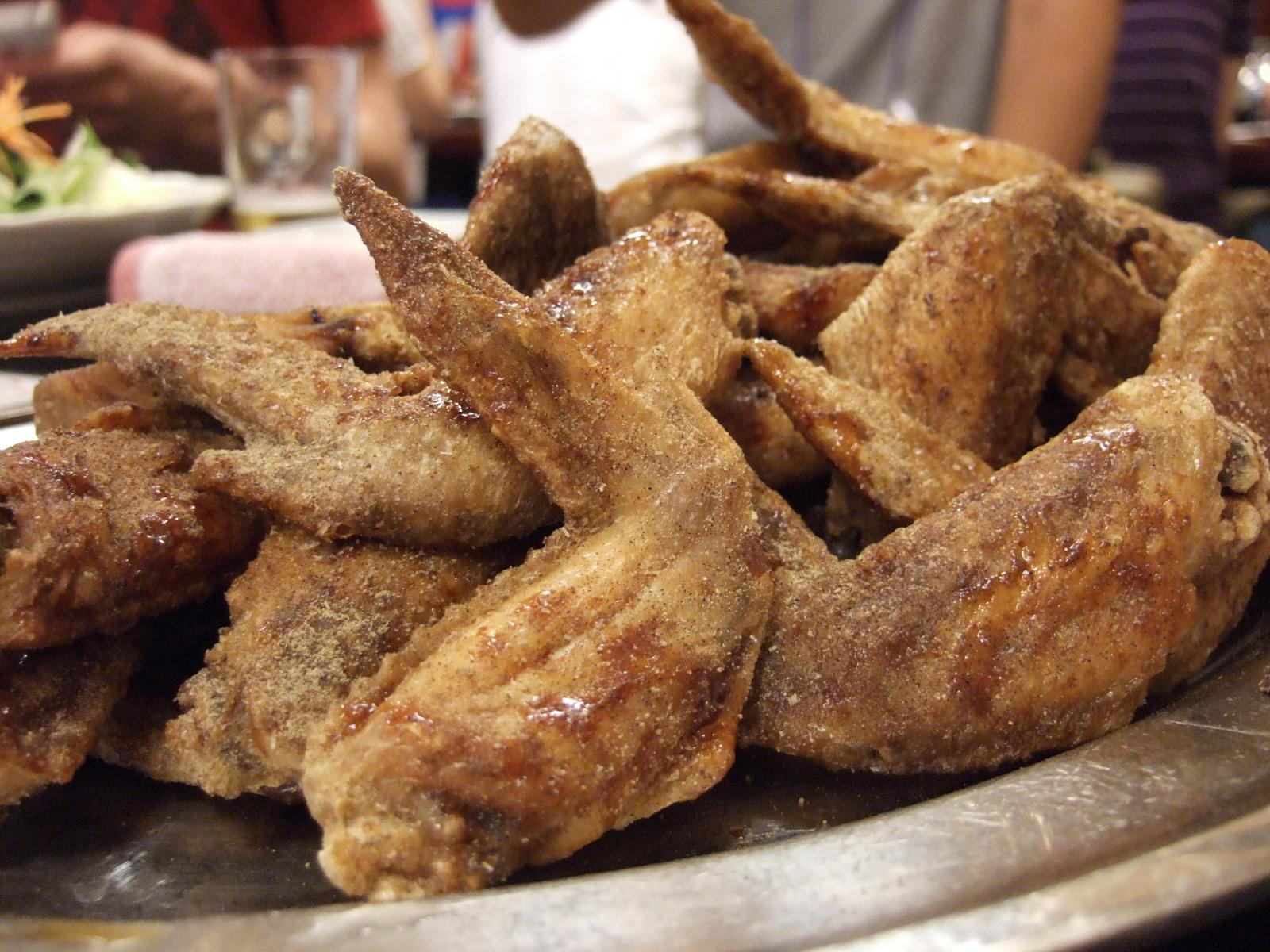
手羽先唐揚げ
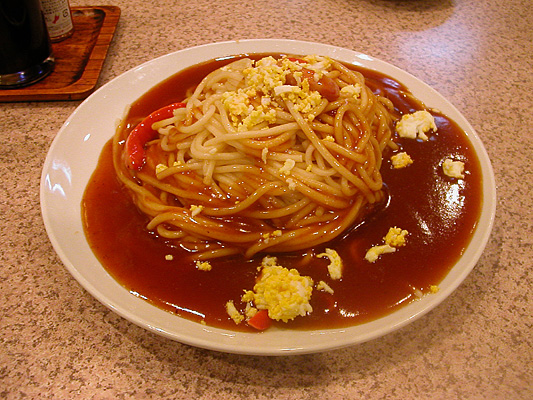
あんかけスパゲッティ
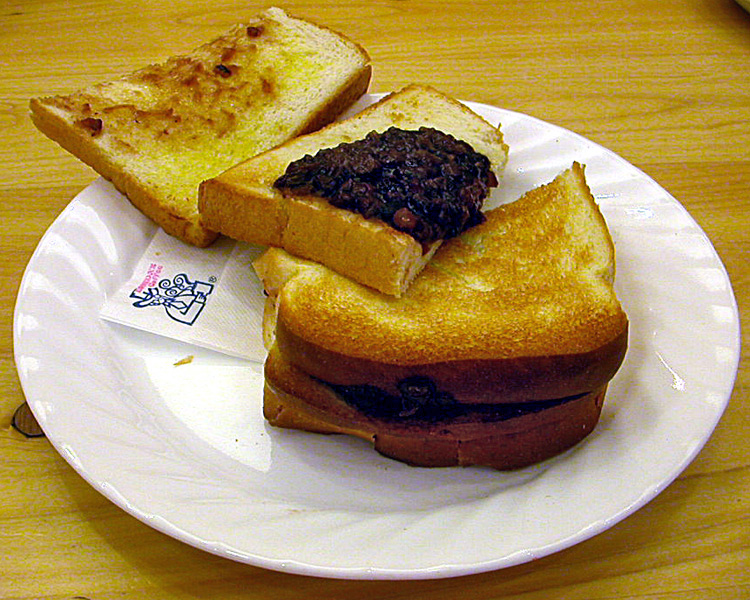
小倉トースト

- クッピーラムネ
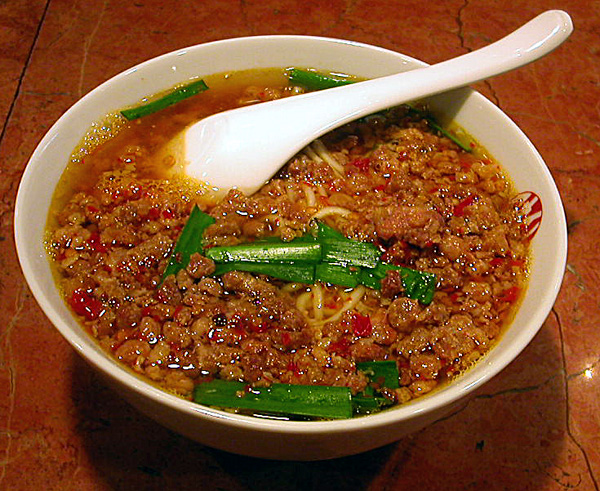
スガキヤのラーメン
- オリエンタルカレー
- 金印わさび
- どて煮
- シャチボン
- シロノワール
- ぴよりん

- きしめん
- 味噌カツ
- 味噌煮込みうどん
- 天むす
- ひつまぶし
- 手羽先唐揚げ
- あんかけスパゲッティ
- 小倉トースト
- 台湾ラーメン

### 文化・芸能

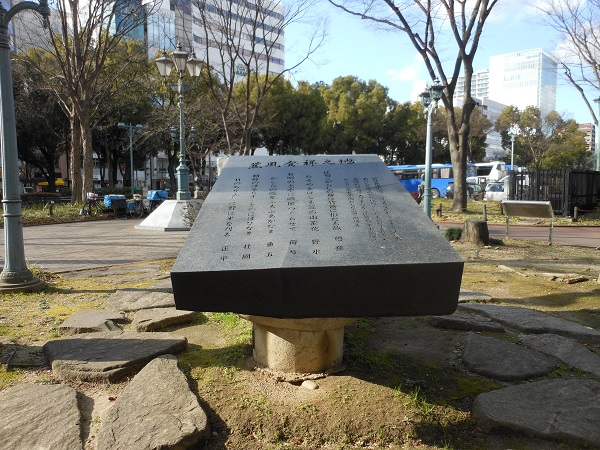
「蕉風発祥之地」碑

江戸時代、尾張徳川家の歴代藩主が積極的に芸能を奨励し、"芸どころ"名古屋と呼ばれた。特に徳川光友、徳川宗春、徳川斉荘は、現代につながる名古屋の文化に大きな影響を与えている。
茶道
名古屋の茶道流派は松尾流がよく知られる。
香道
志野流が名古屋を中心に全国200か所に教場を開設し、香道の総本山となっている。現在は、ボストンにも教場がある。
狂言
山脇和泉元宜が尾張徳川家に召し抱えられ和泉流を創設した。現在は狂言共同社がその伝統を守っている。
日本舞踊
1841年、西川仁蔵が名古屋に移り、1860年に西川鯉三郎を名乗り「名古屋西川流」を創流した。名古屋をどりがよく知られている。
尾張萬歳
現在の東区矢田町の長母寺の住職であった無住が、村人に法華経を分かりやすく説くために節をつけて教えるようになったのが起源とされる。現在の漫才のルーツともいわれる（玉子屋円辰）。
都々逸
熱田の宮の宿の仲居が歌い始めたのが始まり。
剣術
柳生新陰流の道統は尾張柳生家に伝わり、現在も名古屋を中心に活動している。
居合道
夢想流、上泉信綱の孫上泉秀信が開いた居合流派。
蕉風発祥の地
松尾芭蕉は現在の名古屋テレビ塔付近で地元の俳人らとともに連句の会を行い、句集『冬の日』をまとめる。これが蕉風の始まりといわれ、蕉風発祥の地の碑が立てられている。また、緑区の千句塚公園には、芭蕉存命中に作られた唯一の直筆の石碑（千鳥塚）がある。
漫画喫茶発祥の地
名東区で営業していた「ザ・マガジン」が元祖漫画喫茶発祥の店と言われており、名古屋にも多数漫画喫茶が設けられている。
伝統工芸品
- 有松・鳴海絞り（経済産業大臣指定伝統的工芸品）
- 名古屋友禅（同上）
- 名古屋黒紋付染（同上）
- 名古屋桐箪笥（同上）
- 名古屋仏壇（同上）
- 尾張仏具（同上）
- 尾張七宝（同上）
- 名古屋扇子
- 名古屋提灯
- 名古屋節句人形

### 音楽
オーケストラ
おもなプロオーケストラは以下の通りである。
- 愛知室内オーケストラ
- セントラル愛知交響楽団
- 中部フィルハーモニー交響楽団
- 名古屋フィルハーモニー交響楽団

その他
- 名古屋放送管弦楽団
- 名古屋三曲連盟
- マスターズ・ブラス・ナゴヤ

また、ロックのサブジャンルに、名古屋系がある。

### スポーツ
日本トップリーグ連携機構（JTL）のスポーツなど、数多くのチームが本拠を置いている。

#### プロスポーツ
男子
| 名称                           | 競技種目               | 所属リーグ                     | 本拠地                                          | 運営会社・団体                 | 設立   |
| ------------------------------ | ---------------------- | ------------------------------ | ----------------------------------------------- | ------------------------------ | ------ |
| 中日ドラゴンズ                 | 野球                   | セ・リーグ・ウエスタン・リーグ | ナゴヤドーム ナゴヤ球場                         | 中日ドラゴンズ                 | 1936年 |
| 名古屋ダイヤモンドドルフィンズ | バスケットボール       | Bリーグ・B1リーグ              | 愛知県体育館 東スポーツセンター（カルポート東） | 名古屋ダイヤモンドドルフィンズ | 1950年 |
| ファイティングイーグルス名古屋 | バスケットボール       | Bリーグ・B1リーグ              | 枇杷島スポーツセンター                          | ファイティングイーグルス名古屋 | 1957年 |
| 大同特殊鋼フェニックス         | ハンドボール           | リーグH                        | 大同特殊鋼星崎工場体育館                        | 大同特殊鋼                     | 1964年 |
| 大同特殊鋼レッドスター         | バレーボール           | Vリーグ                        | 大同特殊鋼星崎工場体育館                        | 大同特殊鋼                     | 1968年 |
| 名古屋サイクロンズ             | アメリカンフットボール | Xリーグ                        | 名古屋市港サッカー場                            | 株式会社アドバ                 | 1980年 |
| 名古屋フラーテル               | フィールドホッケー     | HJL                            | 庄内緑地公園陸上競技場                          | NPO法人愛知スポーツ倶楽部      | 1985年 |
| 名古屋グランパスエイト         | サッカー               | Jリーグ・J1リーグ              | 名古屋市瑞穂公園陸上競技場 豊田スタジアム       | 名古屋グランパスエイト         | 1991年 |
| 名古屋80D'sers                 | 野球                   | プロ野球マスターズリーグ       | ナゴヤドーム                                    | 日本プロ野球OBクラブ           | 2001年 |
| 名古屋オーシャンズ             | フットサル             | Fリーグ                        | テバオーシャンアリーナ                          | 名古屋オーシャンズ             | 2006年 |
| 名古屋オルクス                 | アイスホッケー         | IJリーグ                       | 邦和みなと スポーツ&カルチャー                  | サンエスサービス株式会社       | 2023年 |

女子
| 名称                       | 競技種目         | 所属リーグ     | 本拠地                                          | 運営会社・団体              | 設立   |
| -------------------------- | ---------------- | -------------- | ----------------------------------------------- | --------------------------- | ------ |
| 三菱電機コアラーズ         | バスケットボール | Wリーグ        | 愛知県体育館 東スポーツセンター（カルポート東） | 三菱電機                    | 1956年 |
| トヨタ自動車アンテロープス | バスケットボール | Wリーグ        | 千種スポーツセンター                            | トヨタ自動車                | 1963年 |
| HC名古屋                   | ハンドボール     | JHL            | ブラザー工業体育館                              | NPO法人名古屋スポーツクラブ | 1967年 |
| ラブリッジ名古屋           | サッカー         | なでしこリーグ | 名古屋市港サッカー場                            | 株式会社LOVELEDGE           | 1995年 |
| TOP名古屋                  | 卓球             | Tリーグ        | テバオーシャンアリーナ                          | 株式会社トップ              | 2018年 |

#### スポーツ施設
主なスポーツ施設

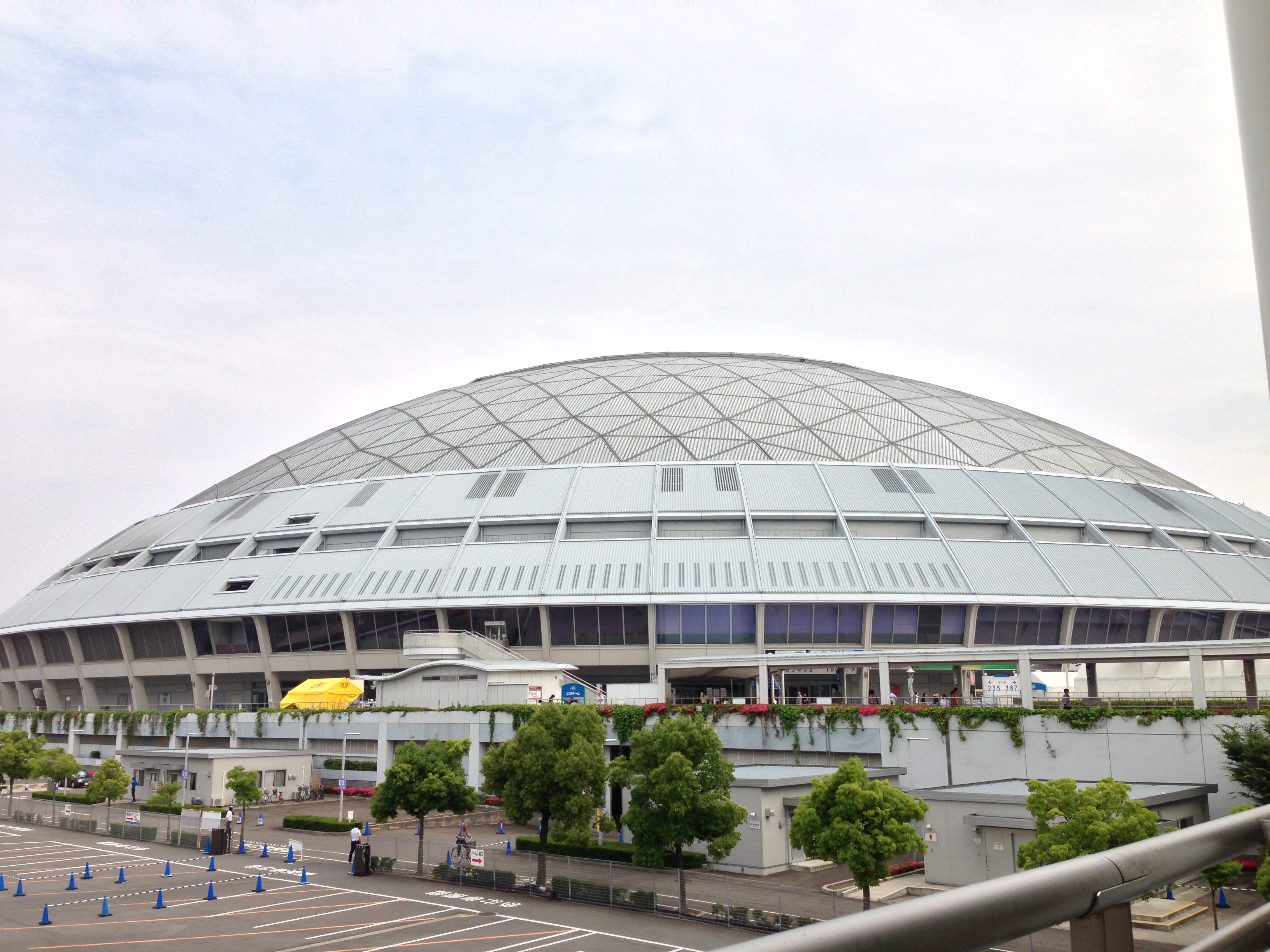
ナゴヤドーム(バンテリンドーム ナゴヤ)
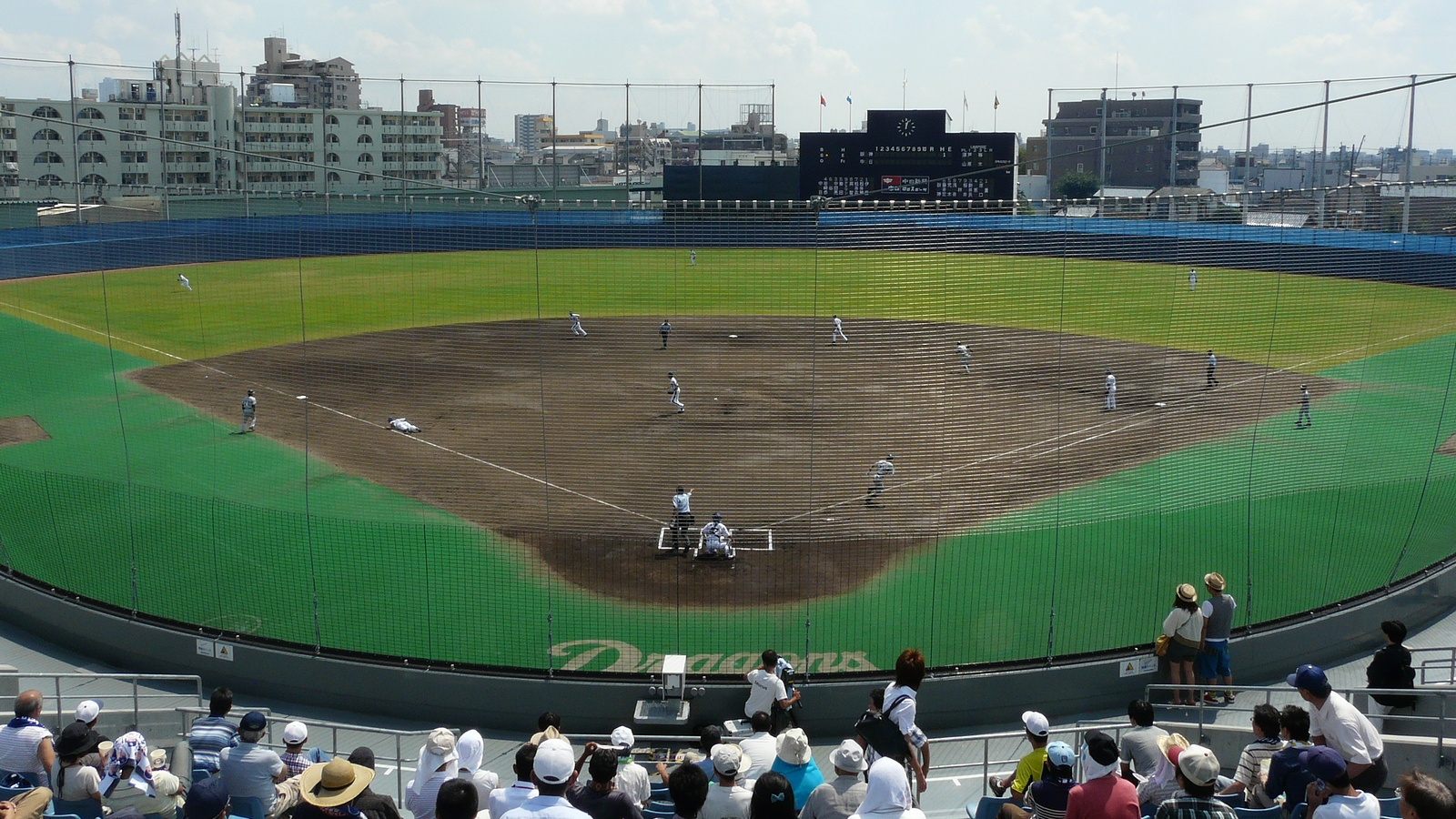
ナゴヤ球場
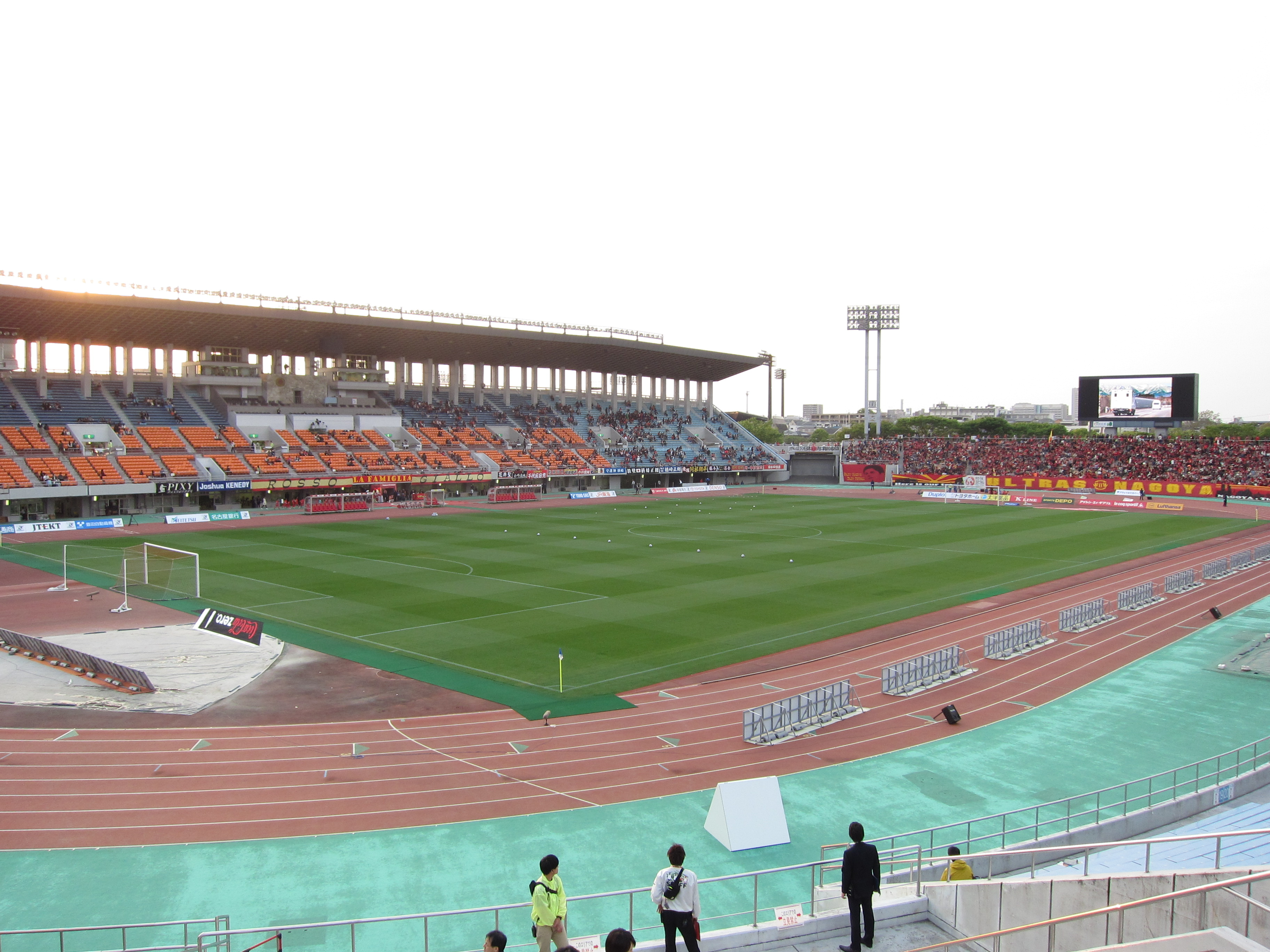
名古屋市瑞穂公園陸上競技場 （パロマ瑞穂スタジアム）
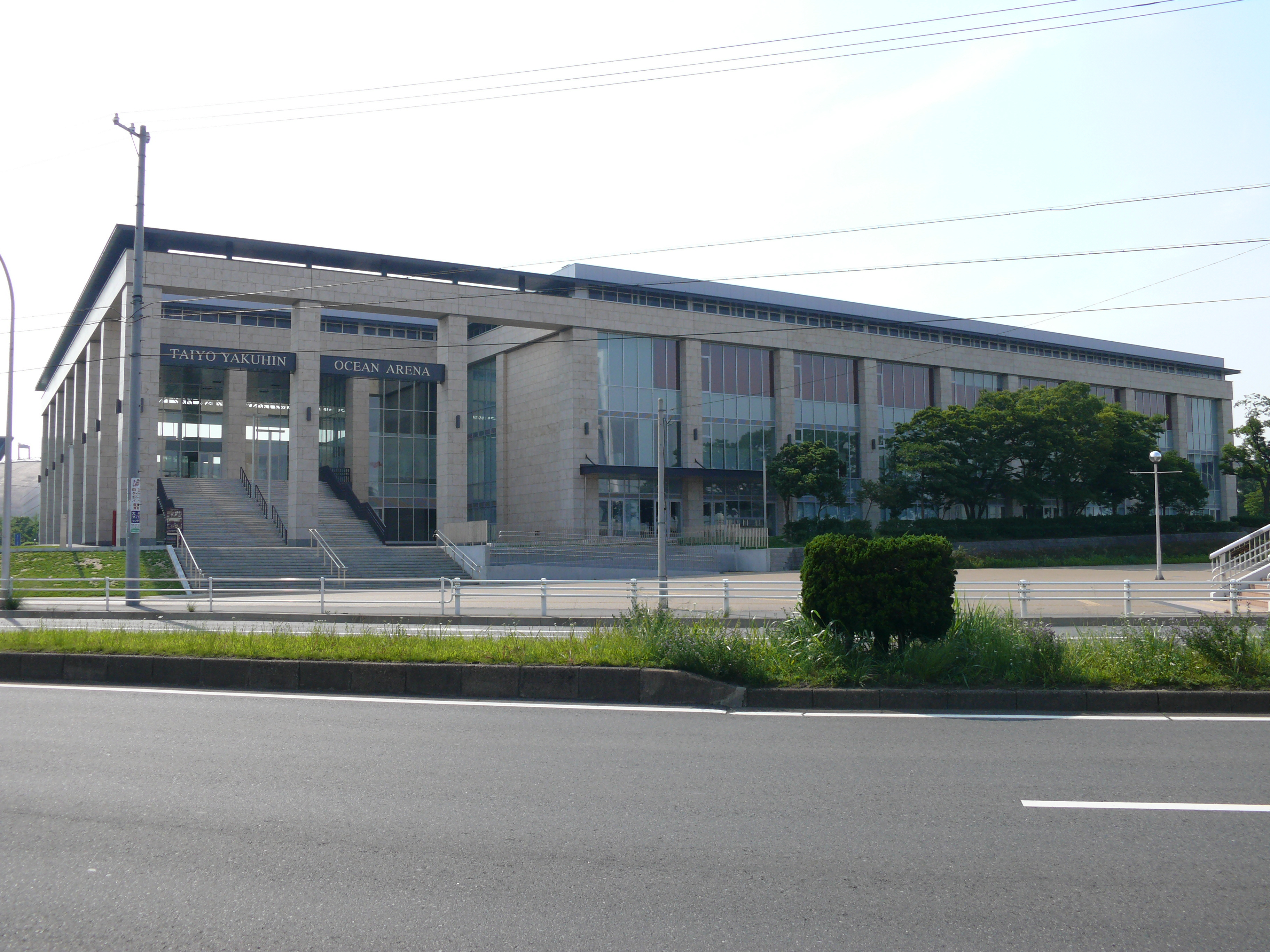
テバオーシャンアリーナ
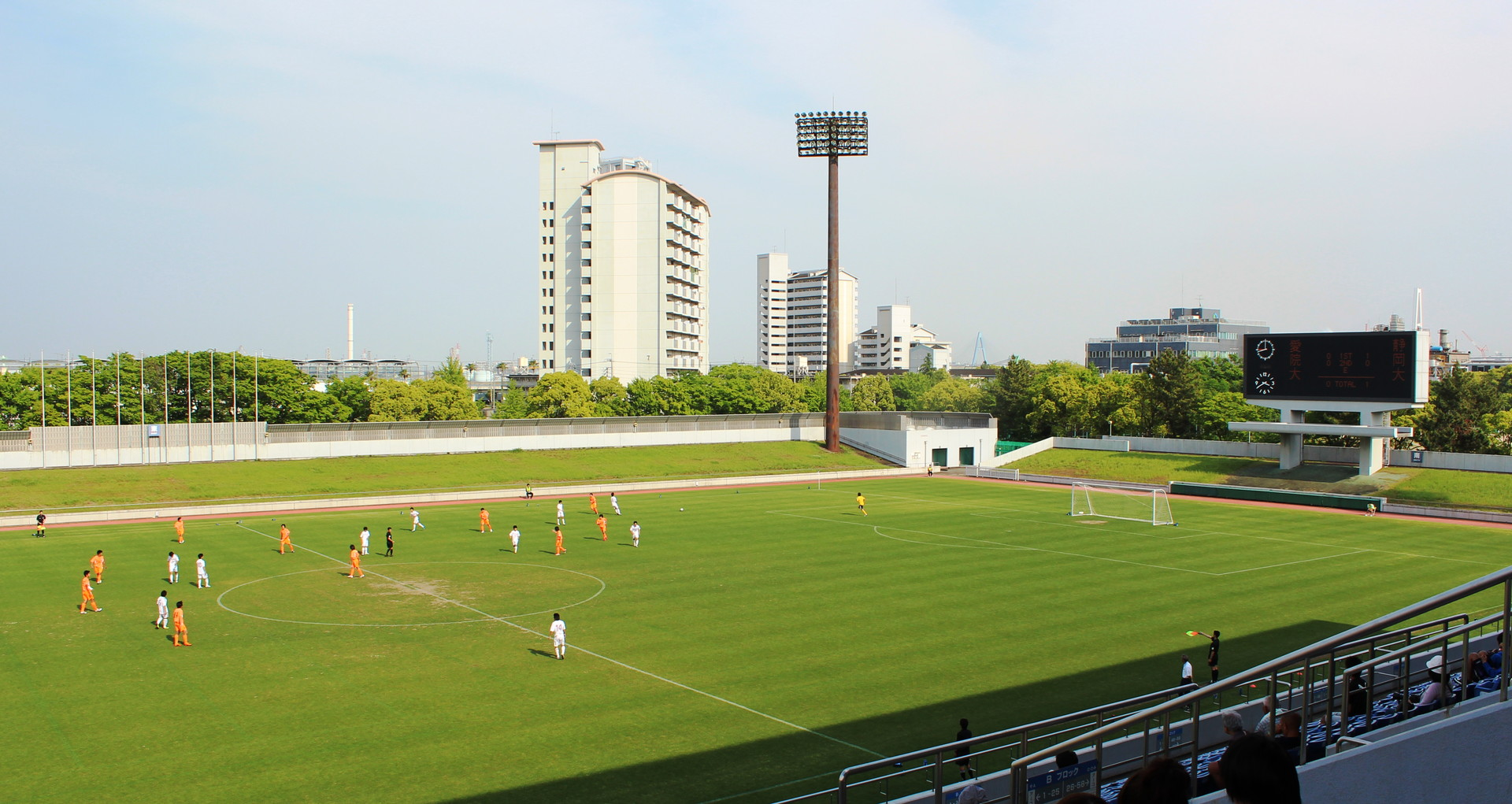
名古屋市港サッカー場
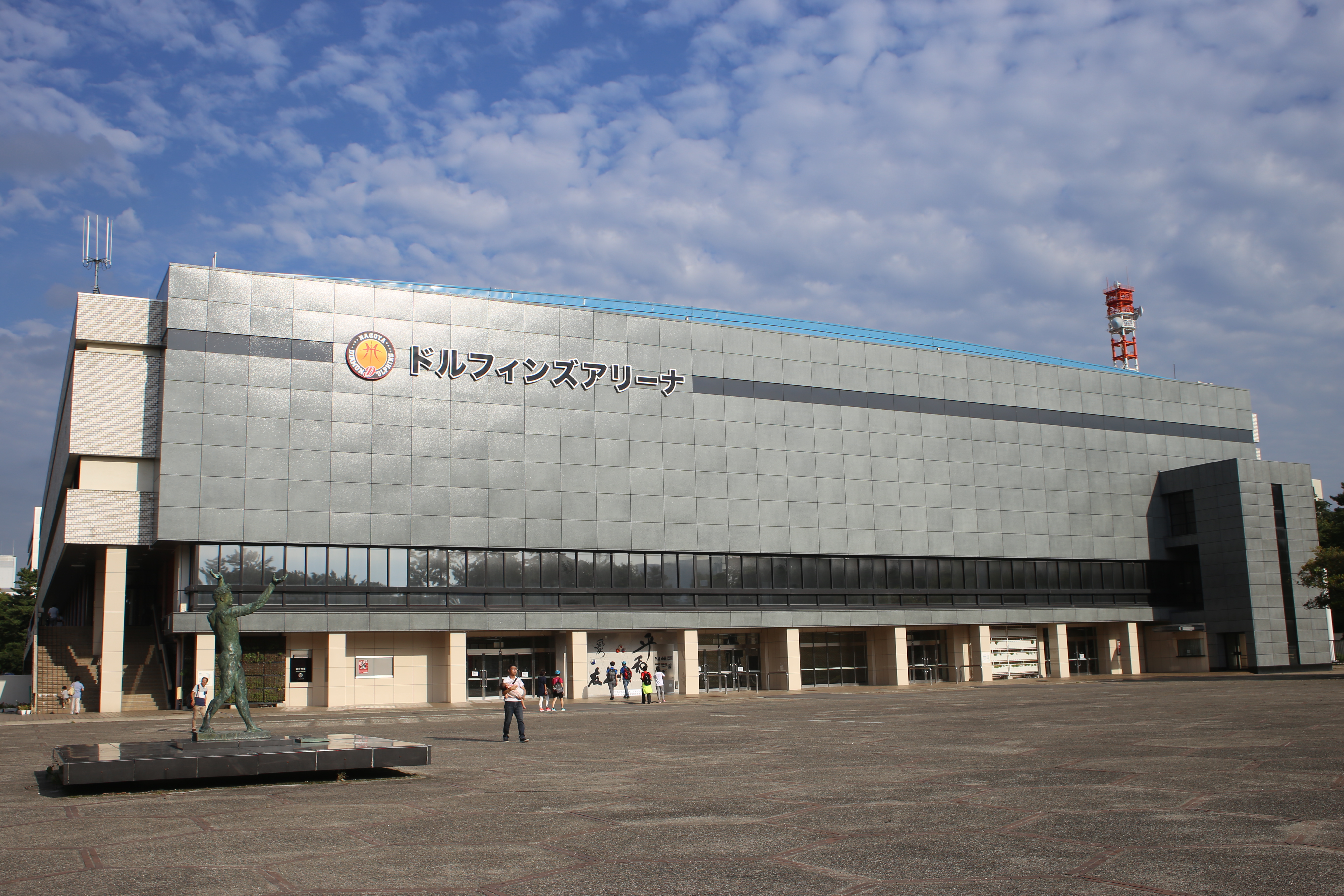
愛知県体育館 （ドルフィンズアリーナ）
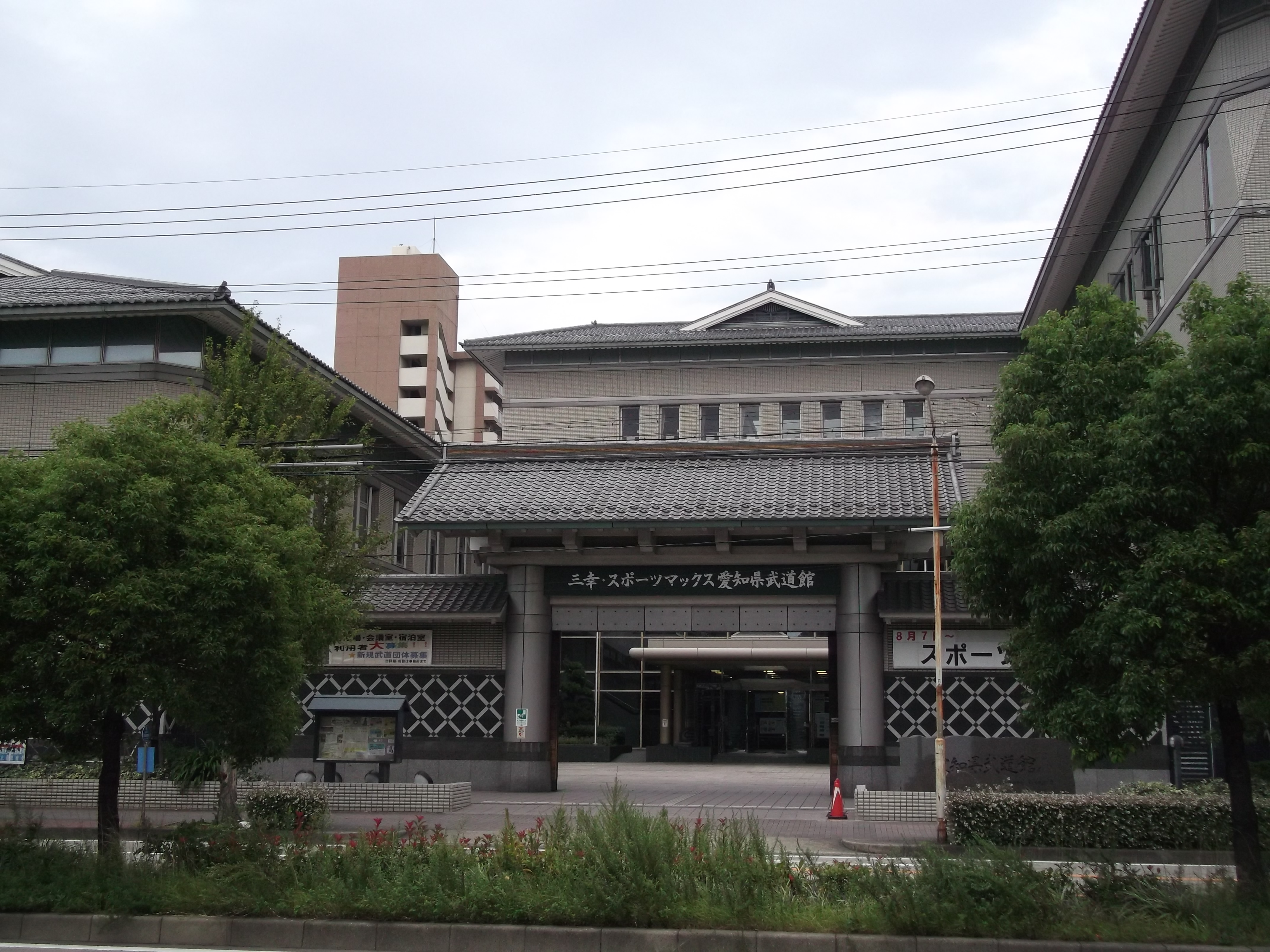
愛知県武道館
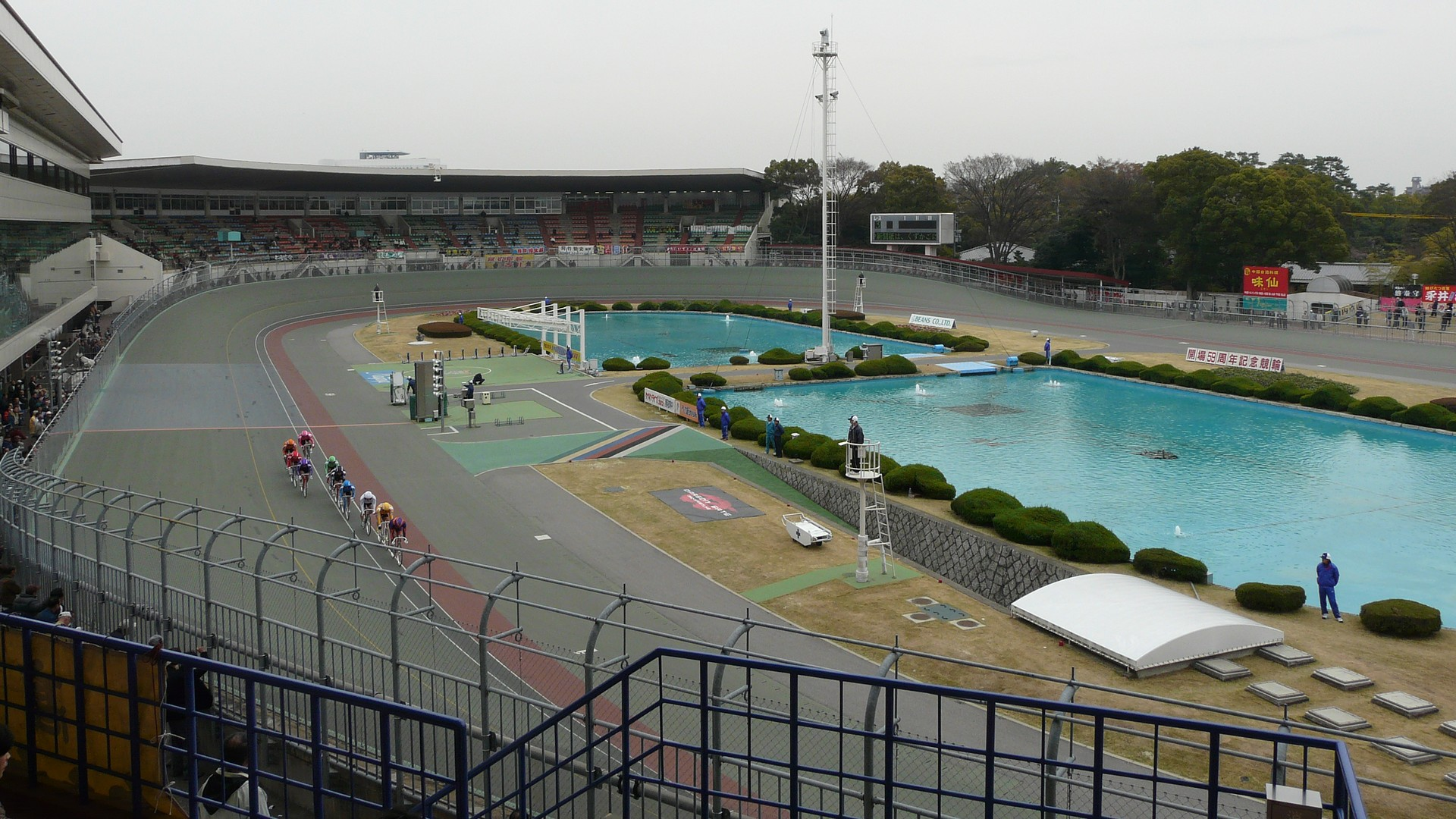
名古屋競輪場
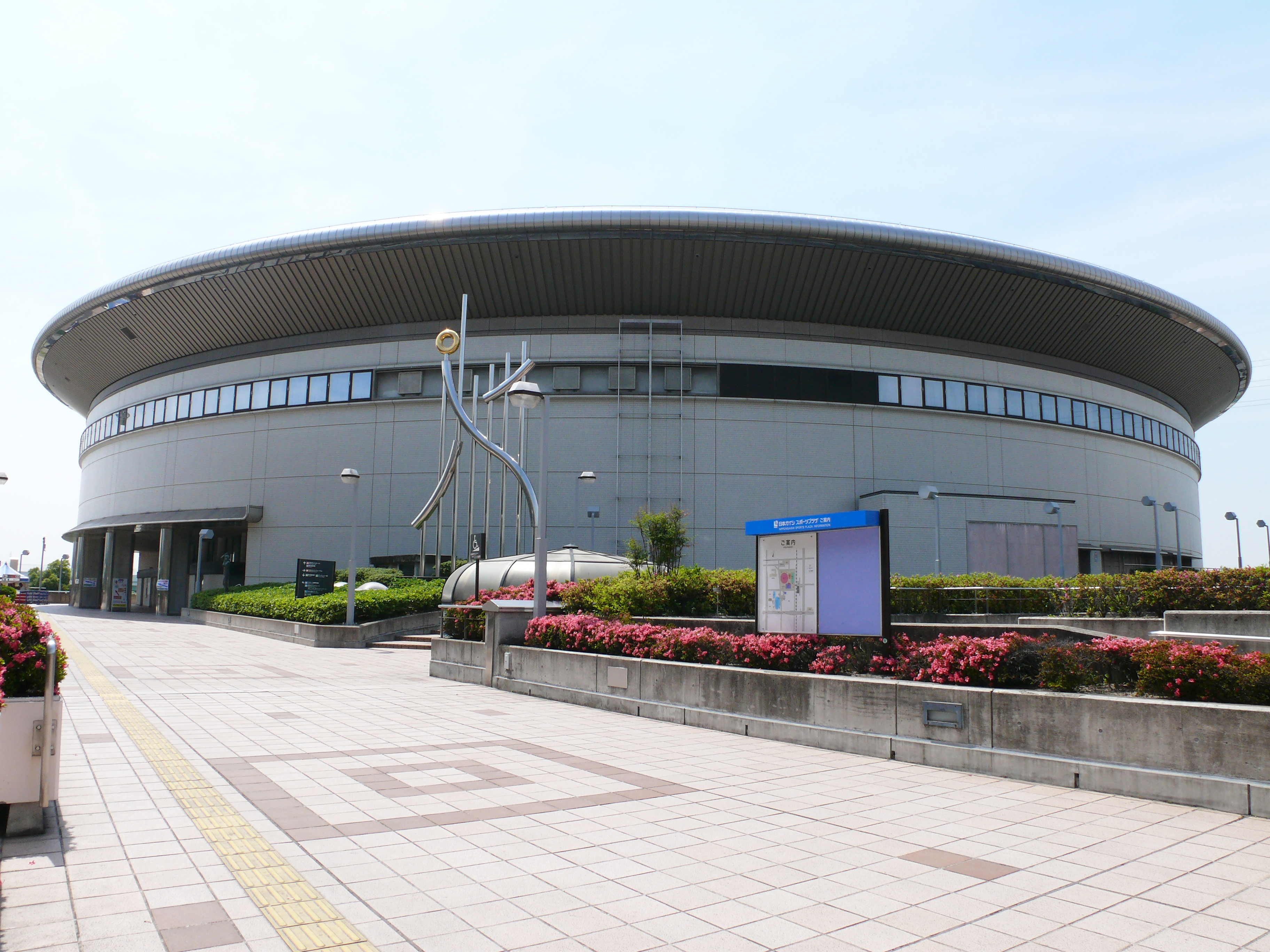
名古屋市総合体育館 （日本ガイシスポーツプラザ）
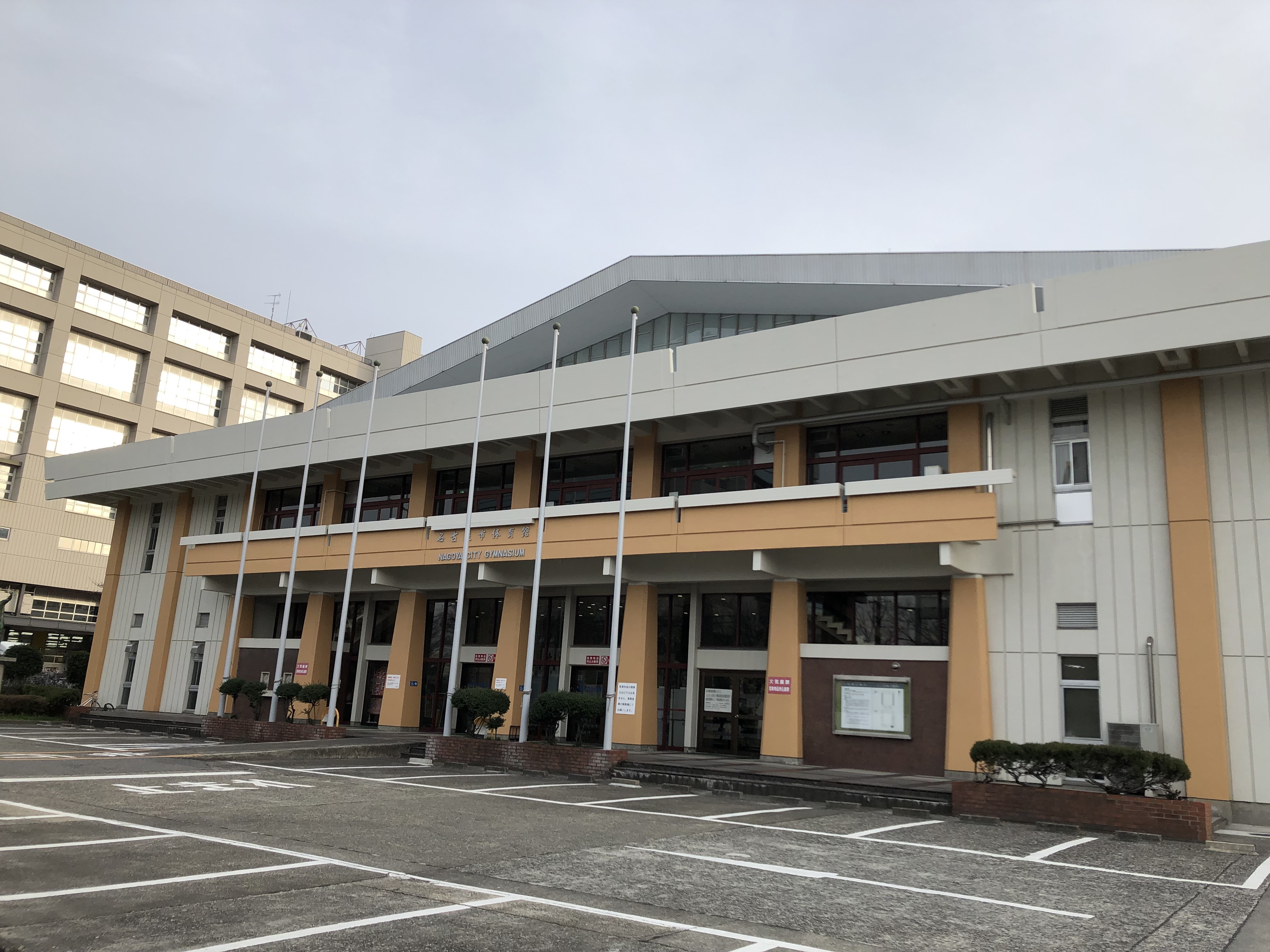
名古屋市体育館
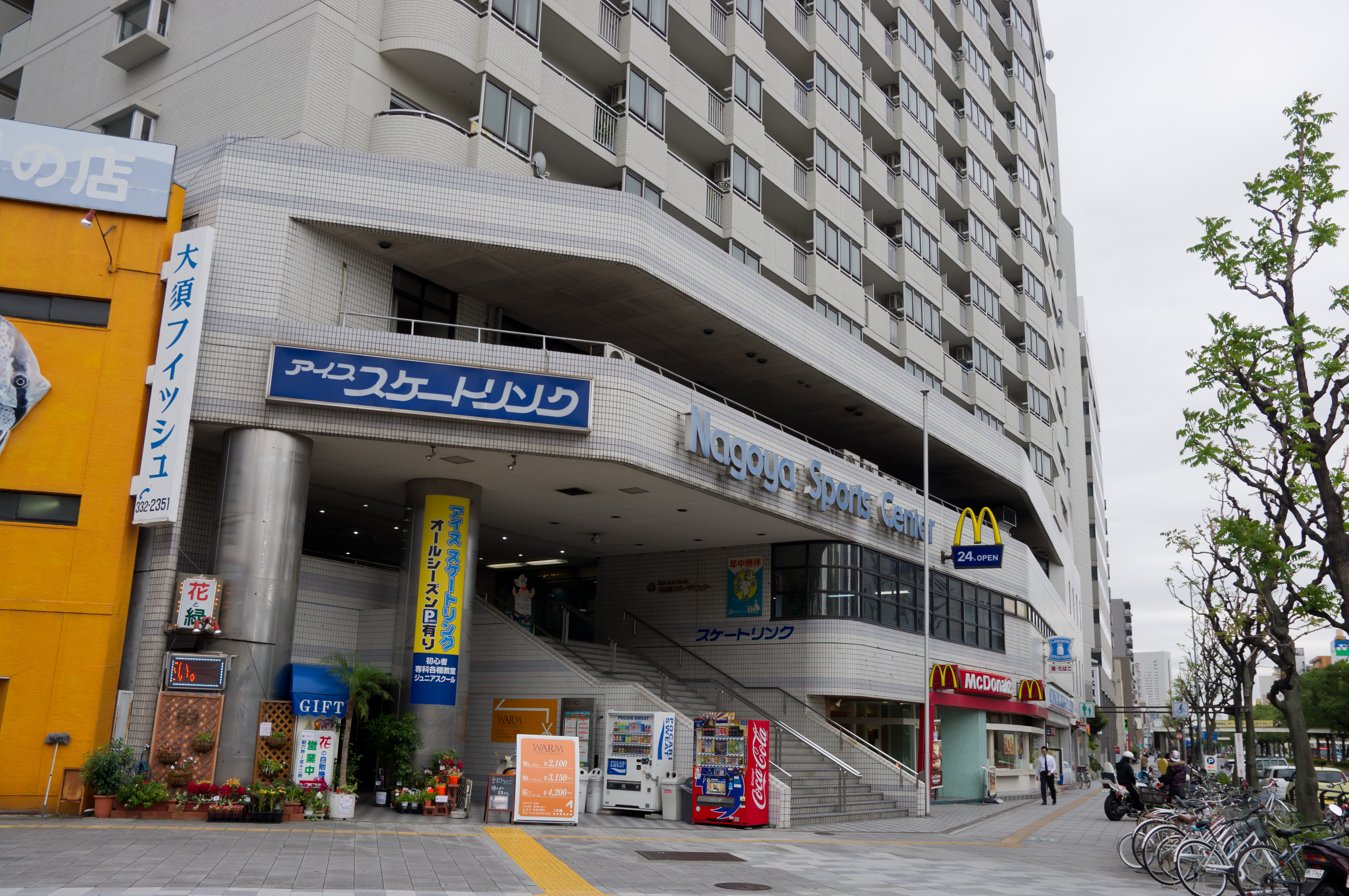
名古屋スポーツセンター
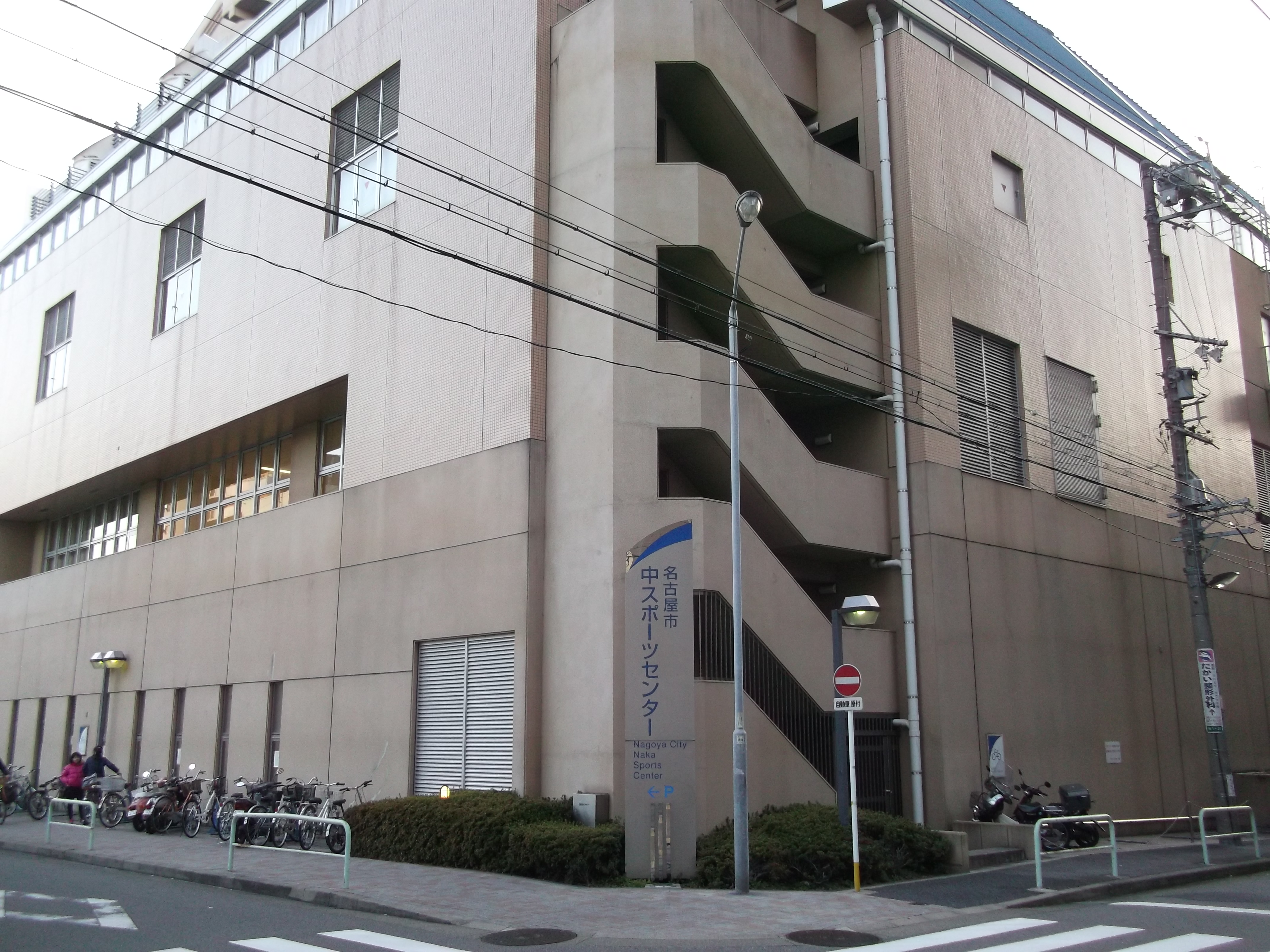
中スポーツセンター
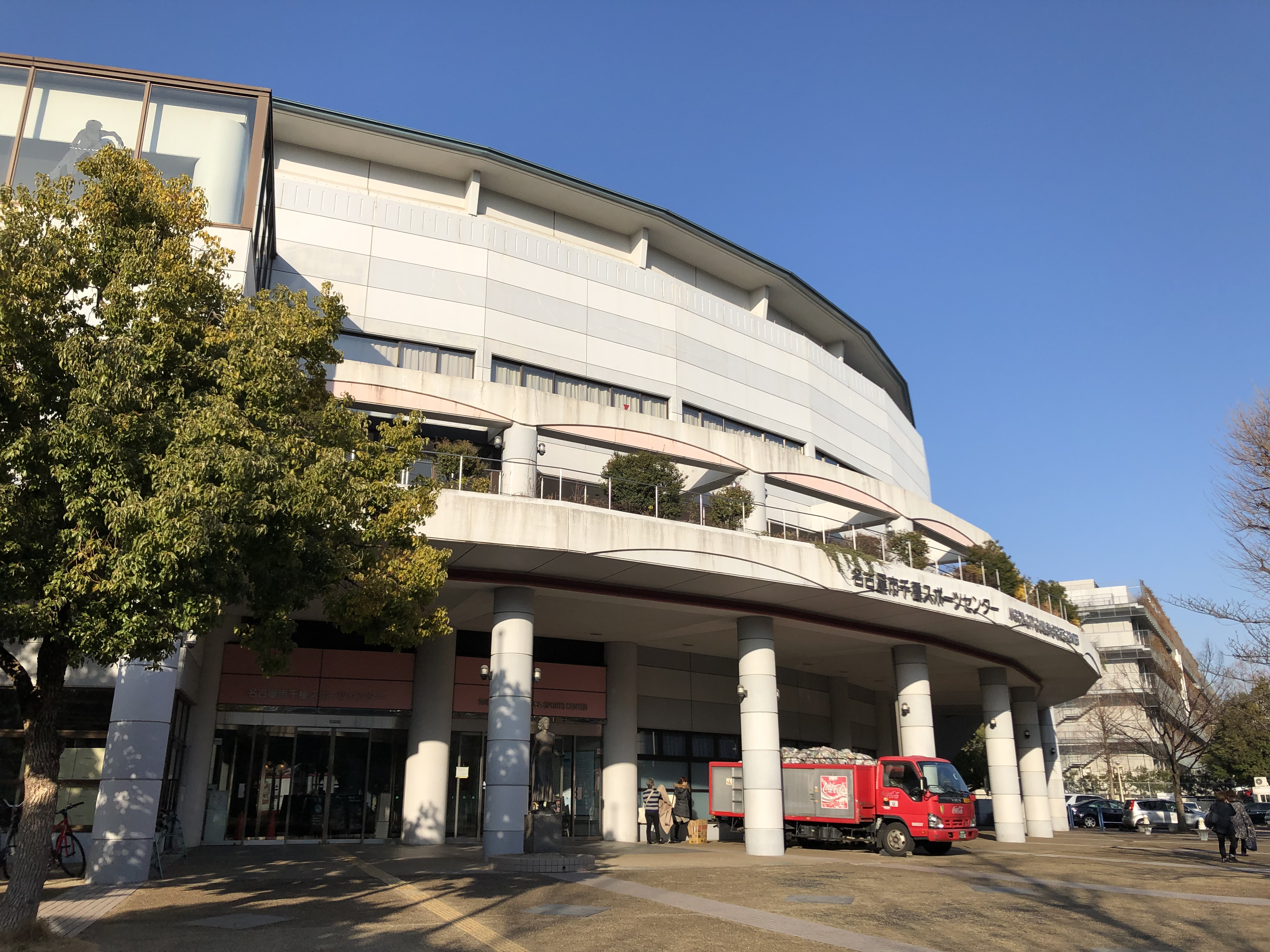
千種スポーツセンター
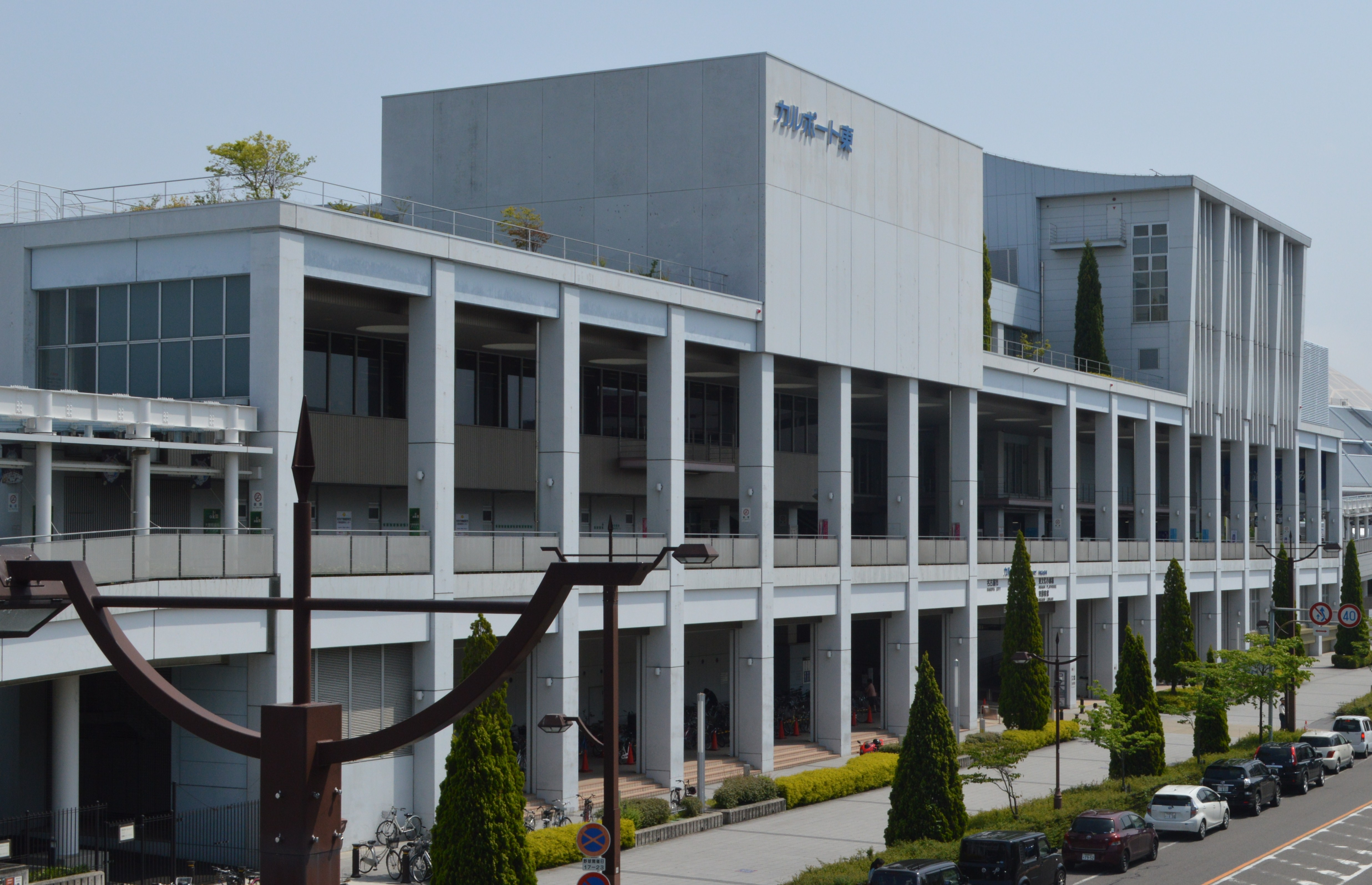
東スポーツセンター（カルポート東）
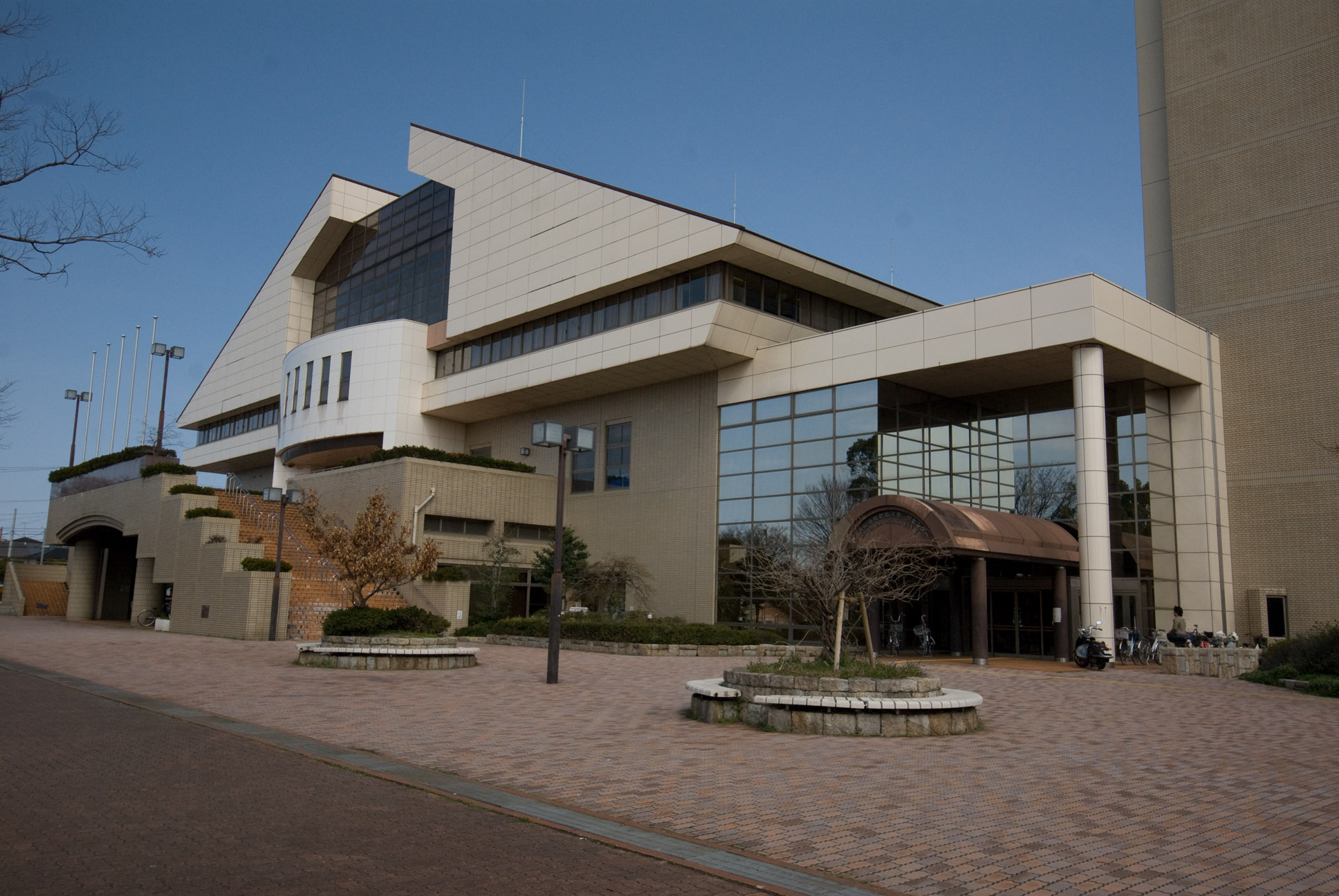
枇杷島スポーツセンター
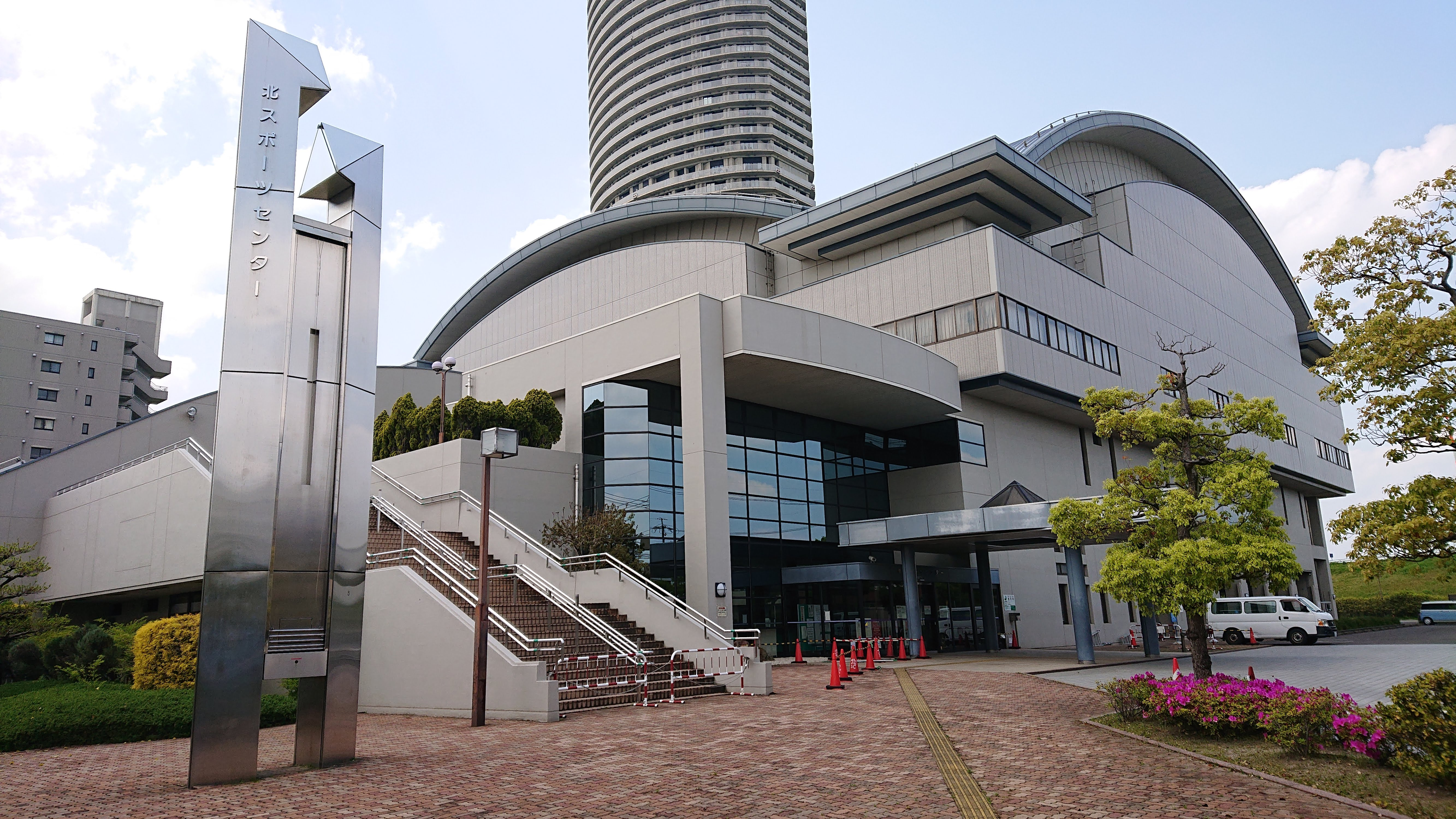
北スポーツセンター
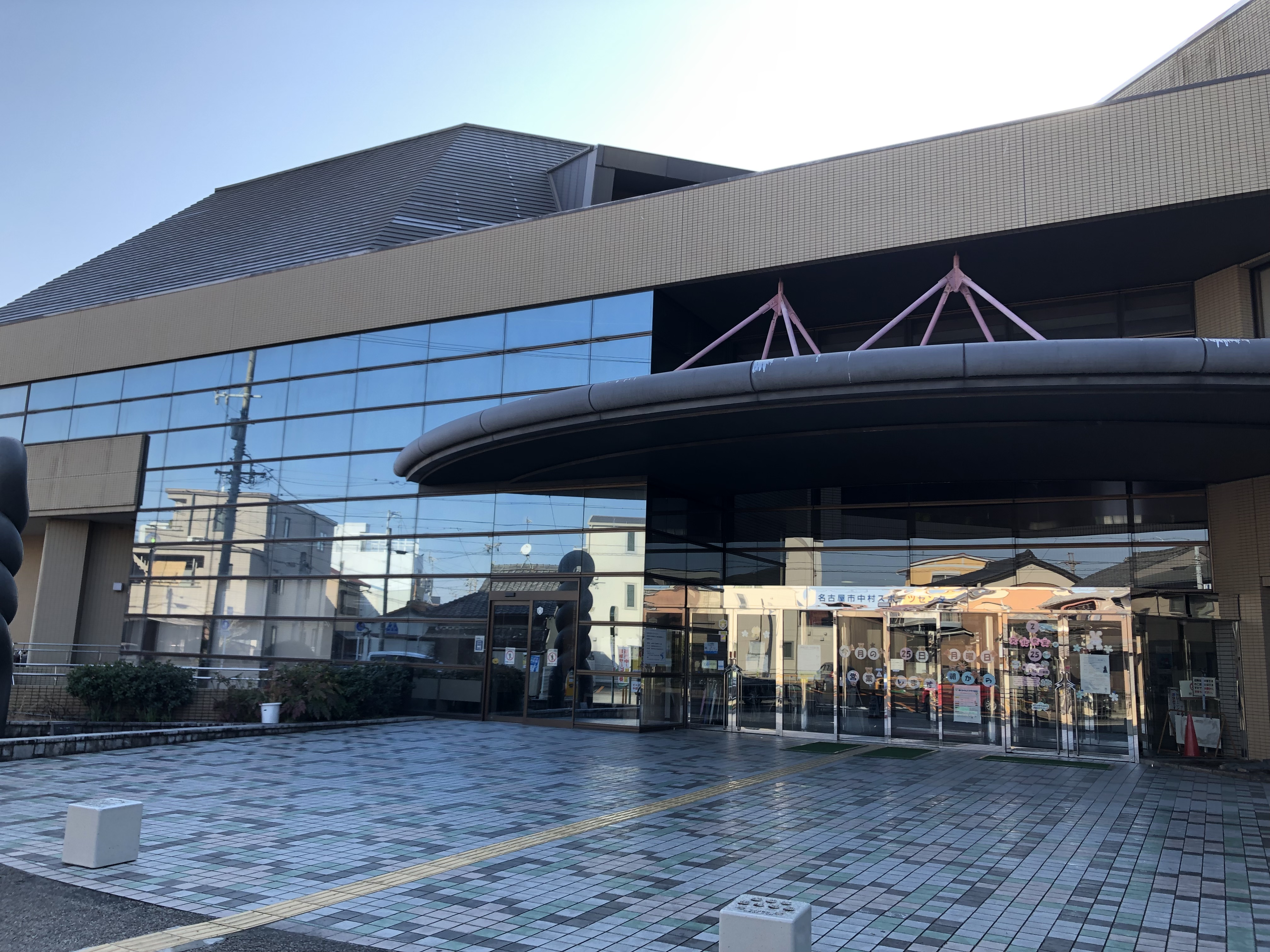
中村スポーツセンター
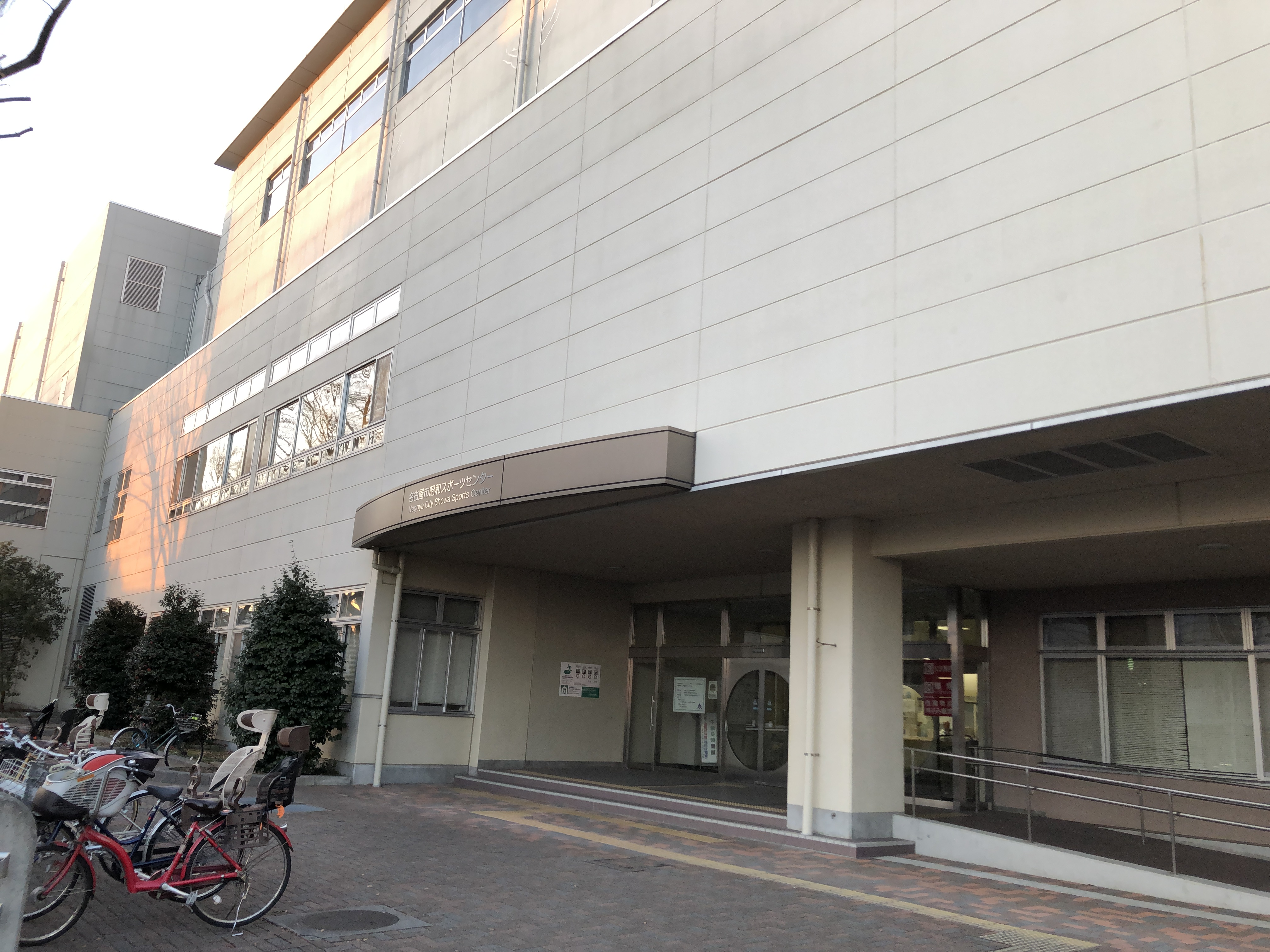
昭和スポーツセンター
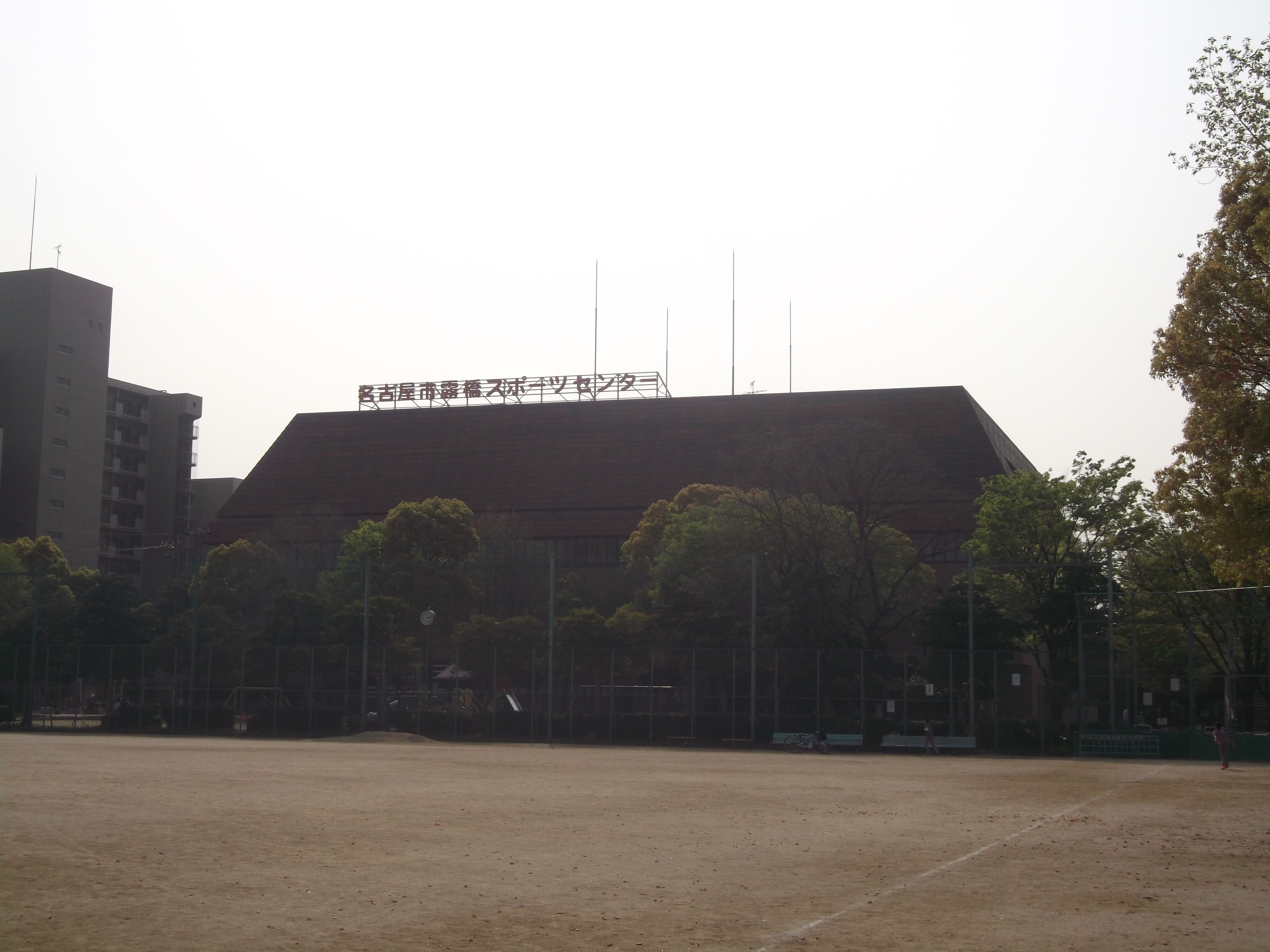
露橋スポーツセンター
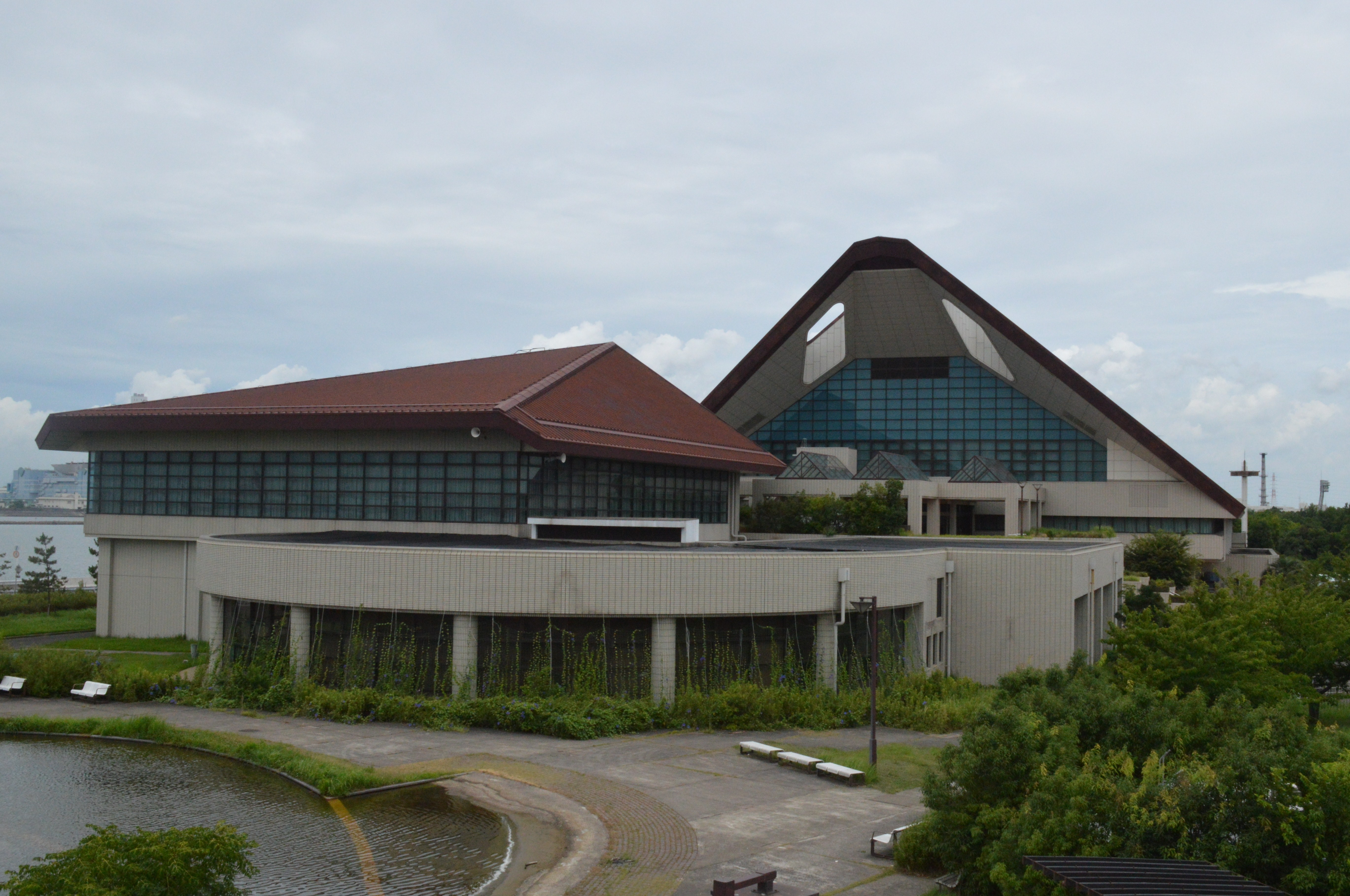
稲永スポーツセンター
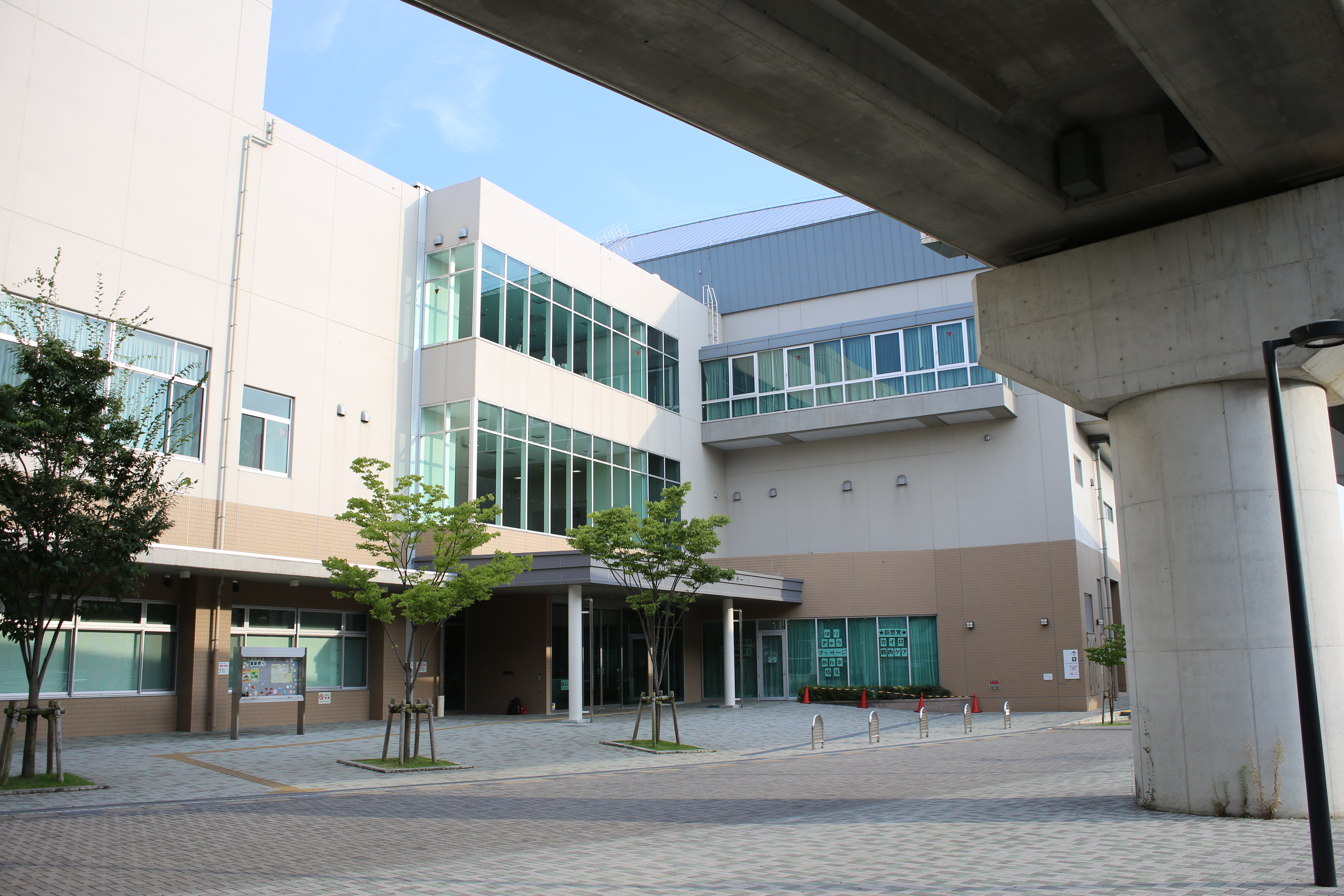
守山スポーツセンター
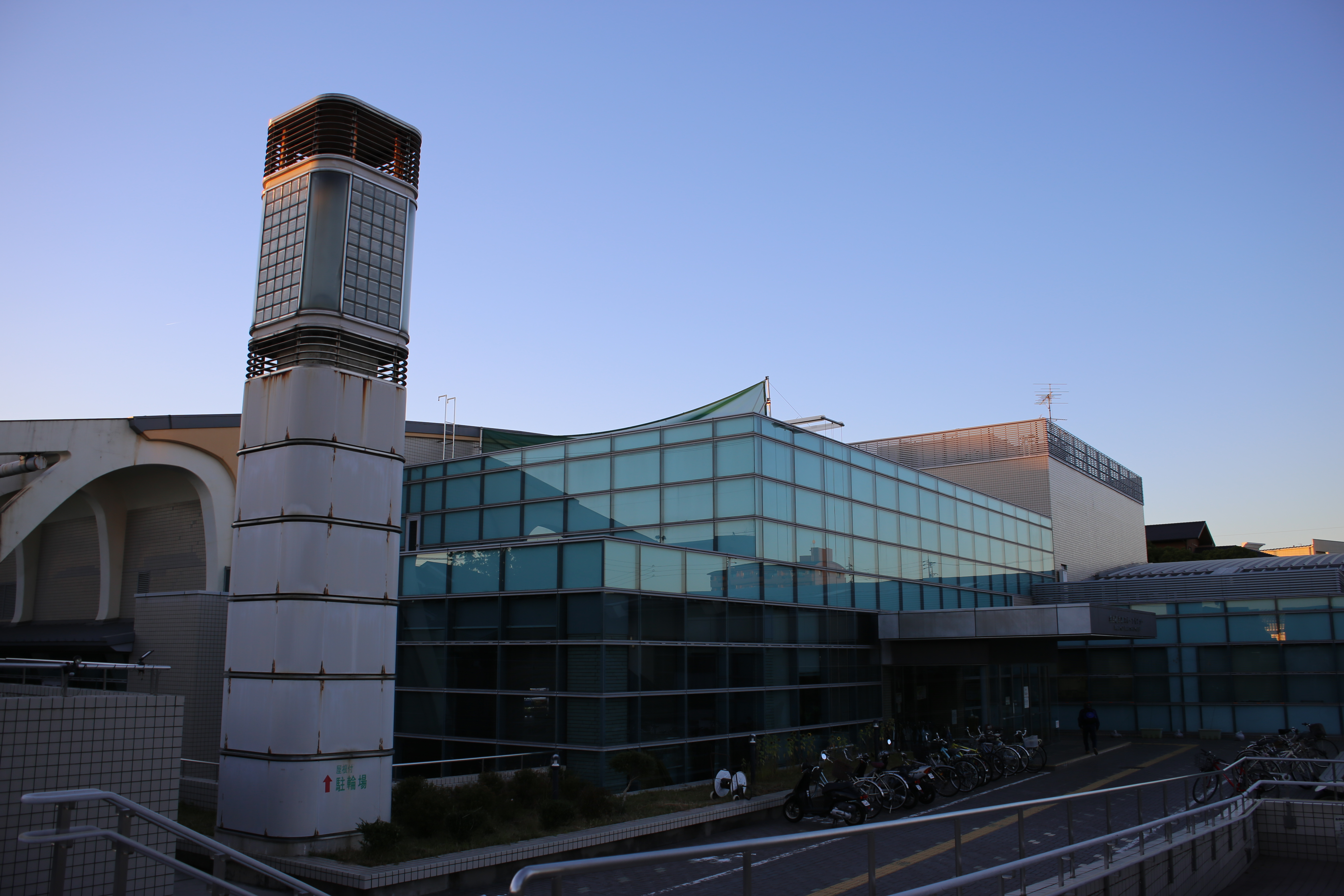
緑スポーツセンター
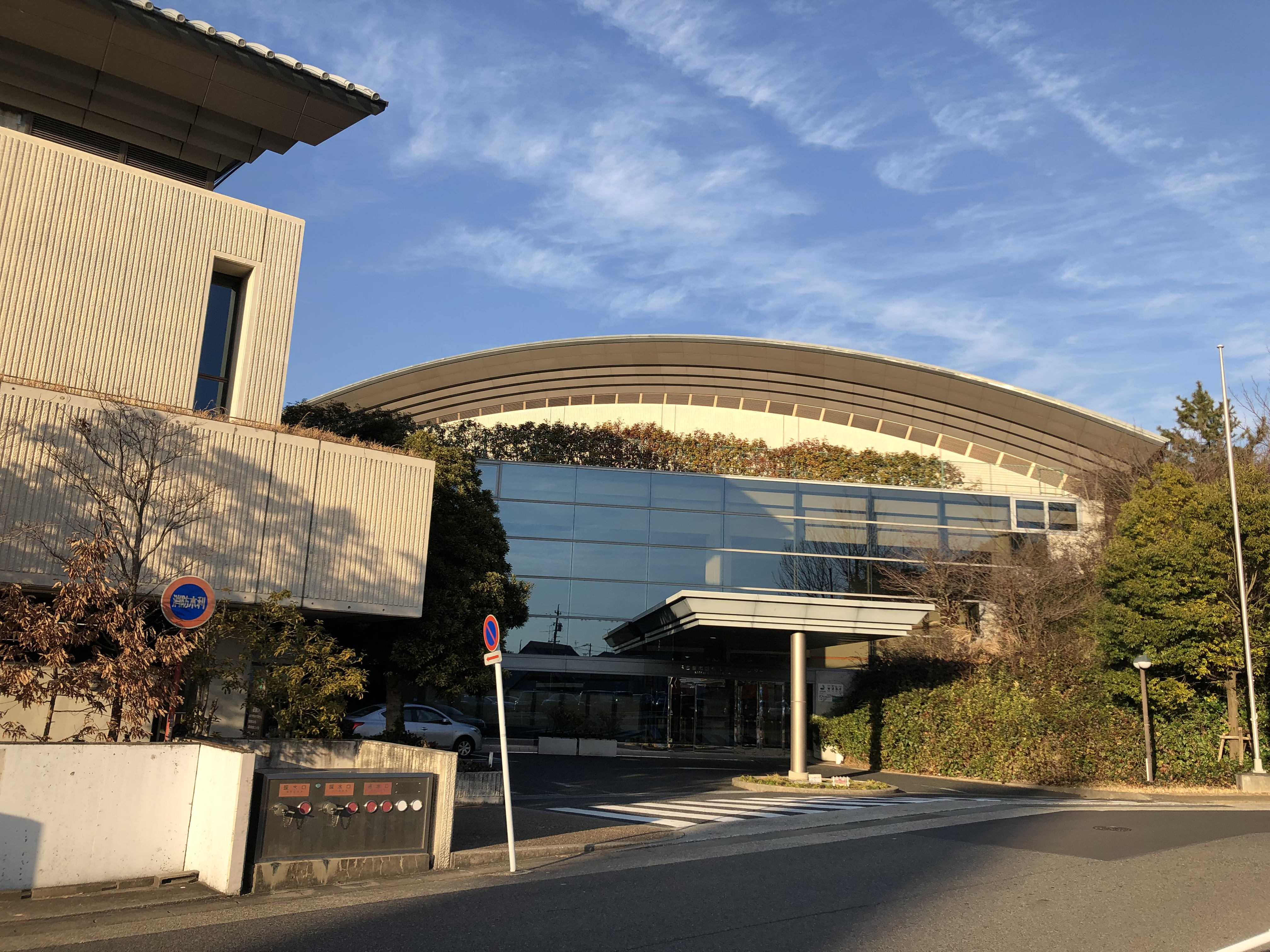
名東スポーツセンター
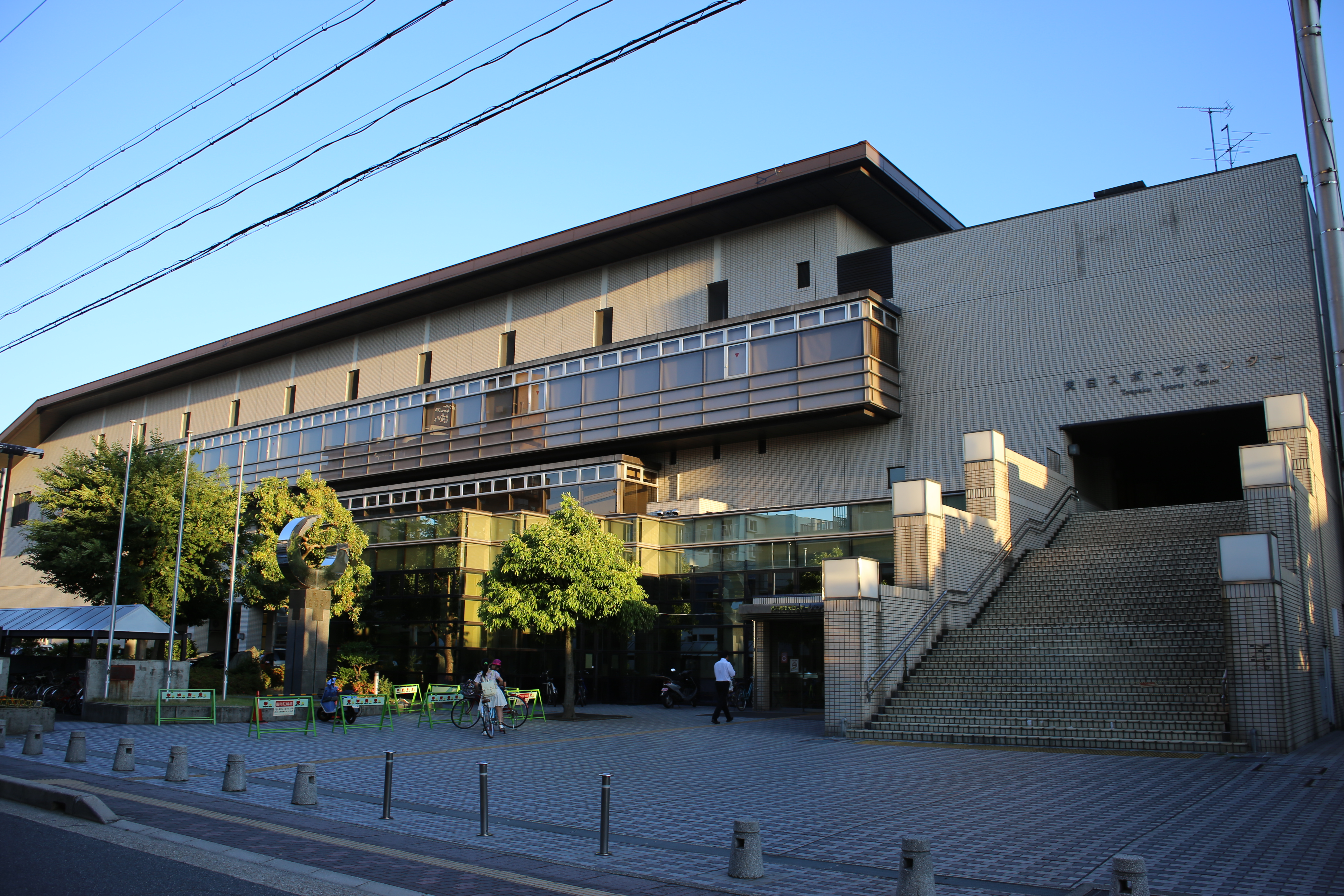
天白スポーツセンター
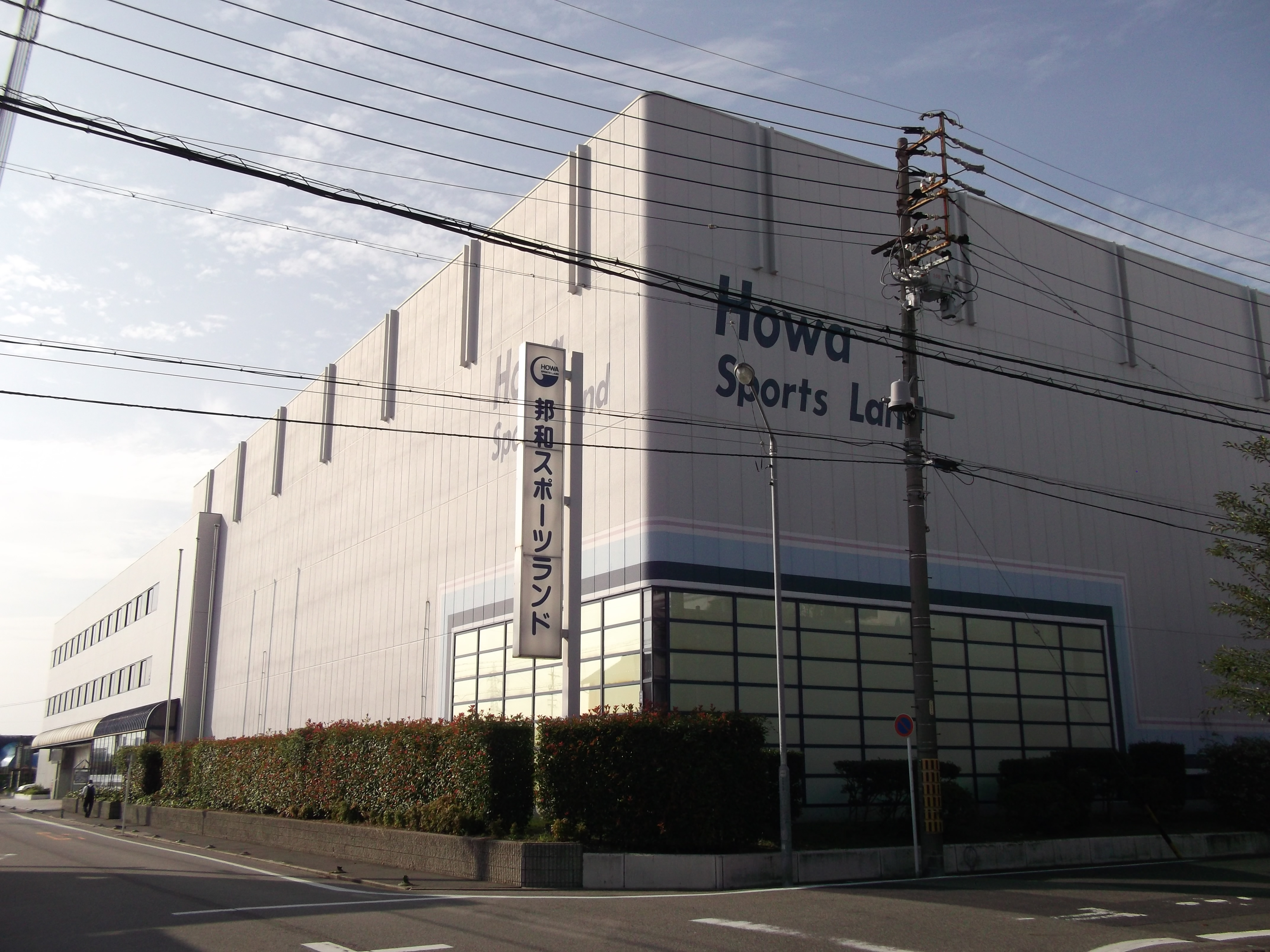
邦和みなと スポーツ&カルチャー

#### 社会人スポーツチーム
社会人野球
- JR東海硬式野球部

練習グラウンドは瀬戸市にグラウンドが所在している。以前は山本球場に存在した。
- 東邦ガス硬式野球部

1928年創部の企業チーム。
- 三菱重工名古屋硬式野球部

1953年創部の企業チーム。練習グラウンドは大府市に所在している。2020年に三菱重工業の社会人野球の再編により、活動終了。
- ジェイプロジェクト硬式野球部

東海地区を中心に居酒屋などの飲食店を経営するジェイプロジェクト（現 ジェイグループホールディングス）が2009年に発足させた企業チーム。
- NTT西日本名古屋野球クラブ（旧：NTT東海硬式野球部）

1949年に企業チームとして創部し、1999年途中からクラブチームとなり、2002年に解散した。
- 一光硬式野球部

1994年に創部し、2007年に解散した企業チーム。
- 日本通運名古屋硬式野球部

1961年に創部し、1998年に解散した企業チーム。
- マツダオート名古屋硬式野球部

1958年に創部し、1967年に解散した企業チーム。
- BASEBALL ONE BLITZ

2006年創部のクラブチーム。本拠地はBASEBALL ONE名古屋フィールド。
- 矢場とんブースターズ

2015年創部のクラブチーム。2016年には全日本クラブ野球選手権大会への出場を果たしている。
サッカー
- 愛知FC - 愛知県社会人サッカーリーグ1部

名古屋市を本拠地として活動する社会人サッカーのクラブチーム。Jリーグに将来参加を目指しているチームのひとつでもある。
- F.C.ゴール

名古屋市港区を本拠地として活動する社会人サッカーのクラブチーム。Jリーグに将来参加を目指しているチームのひとつでもある。
- 名古屋SC

名古屋市瑞穂区に本拠地を置くサッカーのクラブチーム。東海社会人サッカーリーグ2部リーグに所属している。
- 大同特殊鋼サッカー部 - 愛知県社会人サッカーリーグ1部

ホームタウンは名古屋市だが、ホームスタジアムは、豊田自動織機大府グラウンド・阿久比スポーツ村陸上競技場・半田運動公園陸上競技場と知多半島に多い。
フットサル
- 愛知ニューウェーブス

名古屋市をホームタウンとするフットサルクラブチーム。
プロレス
- SGP

名古屋市を中心に活動するプロレス団体。DIAMOND HALLで大日本プロレスで名物となっている蛍光灯デスマッチなども行われている。
- スポルティーバエンターテイメント

中区千代田三丁目にあるプロレス用リング常設スポーツバー「スポルティーバアリーナ」の経営とプロレス興行を運営する会社。
- 東海プロレス

露橋スポーツセンターで旗揚げ戦を開催。東海地方を中心に活動している社会人プロレス団体。

## 作品

### 撮影協力・市内大規模ロケ実施作品
- アウトレイジ ビヨンド（北野武監督作品）
- 龍三と七人の子分たち（北野武監督作品）
- 名古屋仏壇物語（製作・放送：NHK、主演：木村佳乃）
- 西部警察 PART-II（企画・制作：石原プロモーション・テレビ朝日、制作協力：名古屋テレビ）

### 小説・ライトノベル
- 泉鏡花『紅雪録』
- 江戸川乱歩『石榴』
- 小酒井不木『疑問の黒枠』
- 花登筐『氷山のごとく』
- 清水義範『蕎麦ときしめん』、やっとかめ探偵団シリーズなど
- 堀田あけみ『1980アイコ十六歳』
- 連城三紀彦『秘花』
- 諏訪哲史『無声抄』（『岩塩の女王』所収）、『アサッテの人』など。おもに西区がモデル。
- 金子光晴『どくろ杯』
- 夏樹静子『閨閥』
- 大沢在昌『シャドウゲーム』
- 森博嗣『S&Mシリーズ』『Vシリーズ』
- 諸田玲子『遊女のあと』
- 嶽本野ばら『十四歳の遠距離恋愛』
- 中山七里『さよならドビュッシー』『おやすみラフマニノフ』
- 太田忠司『甘栗と金貨とエルム』『甘栗と戦車とシロノワール』
- 村上春樹『色彩を持たない多崎つくると、彼の巡礼の年』
- 松本清張『喪失の儀礼』
- 平坂読『僕は友達が少ない』
- 綾里けいし『“B.A.D.”Beyond Another Darkness』

### 絵本
- 小出隆司『ぞうれっしゃがやってきた』

### 漫画
- 須賀原洋行『よしえサン』『気分は形而上』など
- 江川達也『まじかる☆タルるートくん』
- 伊藤明弘『ジオブリーダーズ』
- 大雪師走『ハムスターの研究レポート』
- 家田荘子（原作）清水洋三（作画）『名古屋民俗学外電 ABフリャー』
- なかしまゆみこ『こけももさん』
- 黒神遊夜（原作）神崎かるな（作画）『しなこいっ』
- 柳原望『高杉さん家のおべんとう』
- 杜講一郎（原作）さくらあかみ（作画）（GUNP）『瞳のフォトグラフ』
- ゆでたまご『キン肉マン』キン肉星王位争奪編のベストバウト キン肉マンソルジャー対キン肉マンスーパーフェニックス（名古屋城が舞台）
- 河惣益巳『色兼ネル』
- 安藤正基『八十亀ちゃんかんさつにっき』
- つるまいかだ『メダリスト』
- ハロルド作石『ゴリラーマン』『THE BAND』

### テレビドラマ
NHK
- 中学生日記
- わんぱく天使
- 名古屋お金物語
- 名古屋お金物語2
- 名古屋仏壇物語
- 名古屋ラブソング
- なごや千客万来
- 七色のおばんざい
- 名古屋嬢の恋
- 恋するハエ女
- 全力離婚相談
- 赤ちゃん誕生
- トクサツガガガ

東海テレビ、フジテレビ系列
- 名古屋嫁入り物語
- 嵐の涙〜私たちに明日はある〜
- 最高のオバハン 中島ハルコ

中京テレビ、日本テレビ系列
- 赤ちゃん誕生（放送当時、中京テレビは未開局）

中部日本放送・CBCテレビ、TBS系列
- おかげ様で!
- アイコ十六歳

名古屋テレビ・メ～テレ、テレビ朝日系列
- 名古屋行き最終列車
- 加藤家へいらっしゃい! 〜名古屋嬢っ〜

テレビ愛知、テレビ東京系列

### 映画
- モスラ対ゴジラ
- 大怪獣空中戦 ガメラ対ギャオス
- ゴジラvsモスラ
- モスラ3 キングギドラ来襲
- 小さき勇者たち〜ガメラ〜（セントラルタワーズ周辺など名古屋駅地区を中心にガメラの市街戦が展開される特撮映画）
- アイコ十六歳
- ボンベイtoナゴヤ（インド映画）
- ミスター・ベースボール
- 伊勢湾台風物語
- ビリギャル
- 築城せよ!（名古屋市郊外の実在の地名「猿投」地区が舞台となっている）
- 風立ちぬ
- さくら道
- 劇場版名探偵コナン 緋色の弾丸
- 風が通り抜ける道（2024年/沖縄県後援）

### 音楽
「中部地方のご当地ソング一覧」も参照。
- 名古屋ブギー（笠置シヅ子、1949年）
- 名古屋エレジー（菅原都々子、1952年）
- 名古屋船唄（田端義夫、1952年）
- 今池音頭（ザ・ピーナッツ、1961年）
- 白い街（石原裕次郎、1967年）
- なごやの女（北島三郎、1971年）
- この街（江口晶、1975年）
- みんな名古屋で（チェリッシュ、1984年）
- 名古屋はええよ!やっとかめ（つボイノリオ、1985年）
- 首都移転計画（チームしゃちほこ、2013年）
- なごやめしのうた（BOYS AND MEN、2014年）
- NAGOOOOOYA（BOYS AND MEN、2017年）

### テレビアニメ
- やっとかめ探偵団
- センチメンタルジャーニー
- 電波女と青春男 - 第1話で名古屋駅が登場。
- うさぎドロップ
- 僕は友達が少ない - テレビアニメ版で名古屋駅が登場。ただしメインの舞台のモデルは岐阜県岐阜市郊外。
- すべてがFになる THE PERFECT INSIDER
- 終わりのセラフ 名古屋決戦編 - 名古屋市役所本庁舎及び愛知県庁、東山動植物園が登場。
- DEVIL SURVIVOR 2 the ANIMATION
- 普通の女子校生が【ろこどる】やってみた。（ロコドルフェスタの開催地が名古屋市）
- ラブライブ!サンシャイン!! - 最終話で登場。
- ラーメン大好き小泉さん - アニメ版十二杯目にてSugakiyaと台湾ラーメンを食べに訪れた。
- メダリスト - 名古屋市が主な舞台のフィギュアスケート作品。名古屋市内の名古屋スポーツセンターや邦和みなと スポーツ&カルチャーといったスケートリンクが登場。

### コンピュータゲーム
- デゼニワールド
- 首都高バトル01
- 特殊報道部
- センチメンタルグラフティ
- 恋愛家庭教師ルルミ★Coordinate!（アダルトゲーム）
- 夏色公園 〜電波塔の下で愛を語る〜（アダルトゲーム）
- 喫茶ステラと死神の蝶（アダルトゲーム）

### ドキュメンタリー
- NHK短編映画 都市シリーズ 名古屋（1956年）-NHK名作選（動画・静止画） NHKアーカイブス

## 広報・広聴関係

### テレビ・ラジオ関連番組
現在
基本的には以下の番組がレギュラー放送されているが、不定期で特番が放送されることがある。
- 知っ得!なごや
- 新・おもてなし隊なごや
- 名古屋市長定例記者会見（スターキャット[104]、グリーンシティケーブルテレビ[105]）
- 名古屋市だより（CBCラジオ。つボイノリオの聞けば聞くほど内で毎週月曜・水曜・金曜11:20 - 11:24）

過去
- なごやウイークリー（CBCテレビ）
- 名古屋ニューアングル（東海テレビ。10年以上放送されていた番組であったほか、番組最後には名古屋市からのかなり古い関連静止画CMが流れていた）
- 名古屋市だより（東海ラジオ。宮地佑紀生の聞いてみや〜ちで13時台に放送）
- Nagoyaトリビア!（FM AICHI。2007年4月から2010年3月まで「ハートフル・スタイル」内で毎週月曜・水曜の10:05 - 10:10）[106]
- なごやシティナウ（メ〜テレ。毎週日曜11:45 - 11:50）
- なごやおでかけ情報BOX（テレビ愛知。2003年4月から2010年3月まで）

など

### 新聞形式
- 広報なごや
- 広報なごや点字版

### その他
- 市政広報映像配信システム（8:40 - 17:20まで、市役所西庁舎1Fロビー、各区役所・支所[注釈 14] の待合ロビーで放送）
- 声の広報なごや